# Architecture Renaissance de Toulouse

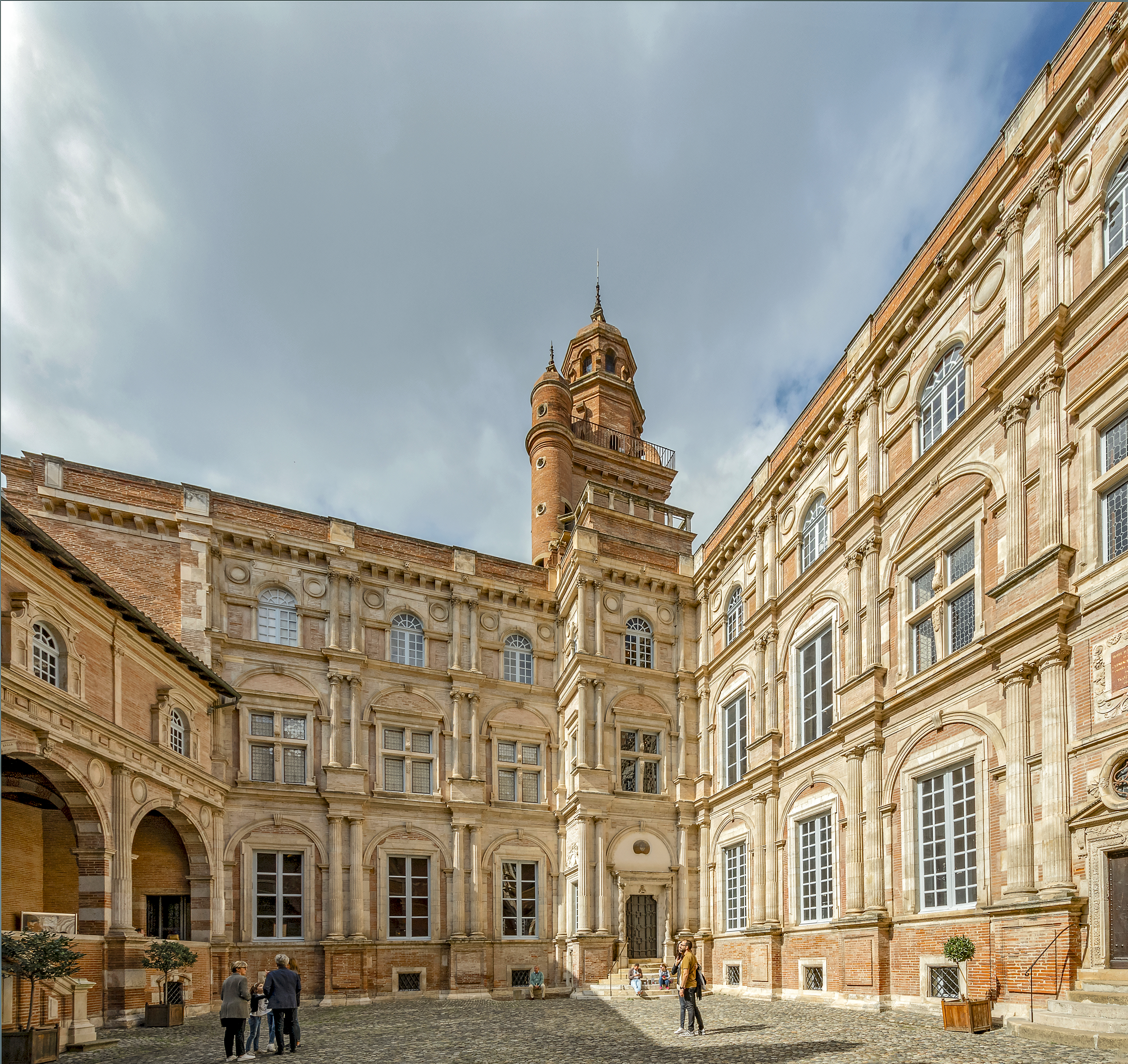
L'hôtel d'Assézat, joyau architectural de la Renaissance toulousaine.

Au XVIe siècle, la Renaissance, qui prônait le retour aux modèles de l'Antiquité romaine, se diffusa en Europe depuis l'Italie par le biais notamment de traités et gravures se référant au traité De Architectura de Vitruve (90-20 av. J.-C.), théoricien romain de l'architecture antique. Chaque foyer d'érudition et de création réinterpréta ces nouvelles références selon ses traditions locales.
Or au début du XVIe siècle Toulouse vivait une période faste. Elle était la troisième ville de France, une capitale provinciale riche et puissante que le commerce du pastel était en train de doter de marchands d'envergure internationale. La cité était aussi le siège du premier parlement de province, dont le ressort s'étendait du Rhône à la Bigorre, d'une université réputée au-delà même des frontières (en droit principalement), et d'un grand archevêché au sein duquel l'abbatiale Saint-Sernin passait pour l'un des lieux les plus saints au monde,.
Ces facteurs de dynamisme favorisèrent un profond élan humaniste, affirmèrent le rôle de la ville comme foyer artistique rayonnant et entretinrent un climat d'émulation sociale dans lequel il était important de s'afficher,. Ces caractères de la Renaissance toulousaine se retrouvent dans la richesse et la qualité de son architecture, heureusement largement préservée mais peut-être difficile à appréhender dans sa globalité car quelque peu dispersée dans le vaste périmètre du Vieux-Toulouse et de surcroît partiellement cachée dans des cours peu accessibles au public.
C'est donc l'objet de cet article que de regrouper et de présenter les divers éléments de l'architecture Renaissance de Toulouse, qui valurent à la cité d'être qualifiée de « plus belle ville de France » par le savant Joseph Juste Scaliger à la fin du XVIe siècle.

## L'architecture au service des ambitions municipales

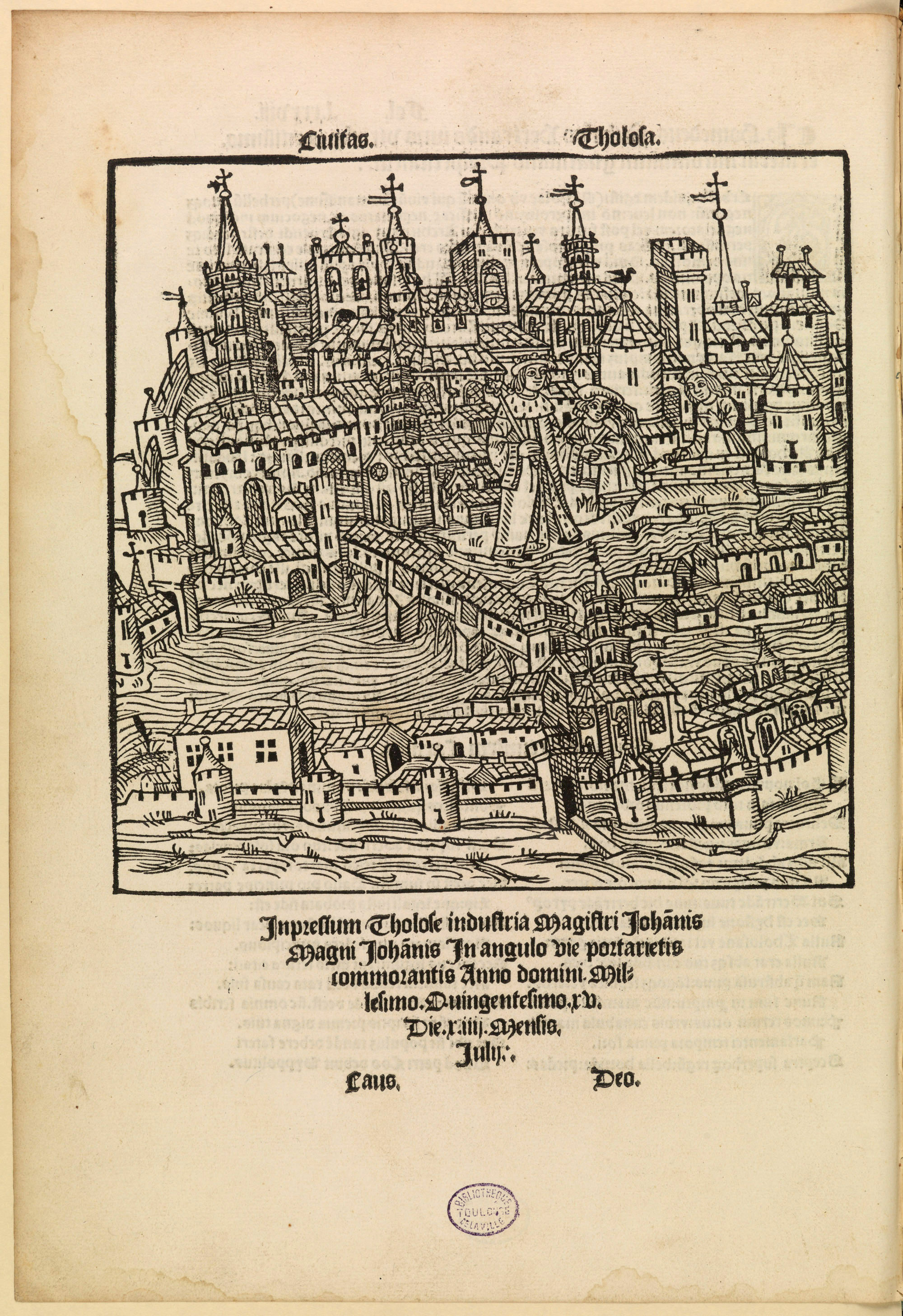
Cette gravure représentant la Civitas Tholosa illustre l'ouvrage Gesta Tholosanorum écrit en 1515 par l'ancien capitoul Nicolas Bertrand, l'une des premières publications à conter la geste de la cité.

Foyer d'érudition et d'humanisme, Toulouse fit bon accueil à la Renaissance et se pencha sur son passé antique prestigieux dont il restait peu de vestiges visibles, les anciens monuments romains ayant servi de « carrières de brique » tout au long du Moyen âge. 
Confrontée à une administration royale désireuse de diminuer les prérogatives du pouvoir communal des grandes cités de France, l'institution municipale toulousaine chercha à promouvoir son prestige et sa légitimité. Sous l'impulsion des capitouls, des érudits tels Nicolas Bertrand, Guillaume de la Perrière ou Antoine Noguier renouèrent avec la Palladia Tolosa (Toulouse palladienne) évoquée par les poètes latins Martial, Ausone et Sidoine Apollinaire, la Toulouse antique placée sous le patronage de la déesse Pallas Athéna (Minerve) présentée comme protectrice des lettres et des arts. En 1522, à l'instigation du greffier Pierre Salamon, le palais municipal de capitulum (chapitre) devint Capitolium (Capitole), traduisant la volonté d'imiter Rome et ses références antiques.
Ces liens idéalisés entre l'institution municipale toulousaine et la Rome antique trouvèrent à s'exprimer dans les arts et en particulier dans l'architecture.

### Les tours de l'ancien Capitole

#### La Tour des Archives, dite «le Donjon»
Craignant une invasion du Languedoc par l'armée espagnole de Charles Quint qui manœuvrait dans les Pyrénées, et soucieux de mettre à l'abri leur réserve de poudre et leurs précieuses archives, les capitouls firent bâtir entre 1525 et 1530 par Laurent Clary une tour alors nommée « Tour des Archives » (ou « tour des archieux ») mais qu'on appelle aujourd'hui « le Donjon » pour son aspect fortifié. Au rez-de-chaussée se trouvait le « Petit Consistoire », salle prestigieuse où les capitouls tenaient leurs réunions privées.
Sur une façade de ce donjon, dans un cadre de pierre évoquant la silhouette d'un temple antique et dont les chapiteaux des pilastres mettent en œuvre la superposition des ordres dorique et ionique, les capitouls se sont présentés tels des consuls romains. L'inscription en latin gravée dans la pierre annonce : FIEBAT ANNO CHRISTIANAE SALUTIS MDXXV IDIBS NOVEBR NOBILIBUS PREINSIGNITIS CAPITOLINIS DECURIONIBUS, qui signifie « A été fait l'année du salut 1525 aux ides de novembre par les nobles et très distingués décurions du Capitole ». En se posant en « décurions » siégeant dans un « Capitole », les capitouls de la Renaissance espéraient mettre en avant une légitimité historique dont ils prétendaient qu'elle remontait à l'Antiquité romaine et dépassait celle des rois de France, face à une administration royale et à un Parlement qui tendaient de plus en plus à limiter leurs prérogatives et les libertés municipales conquises.

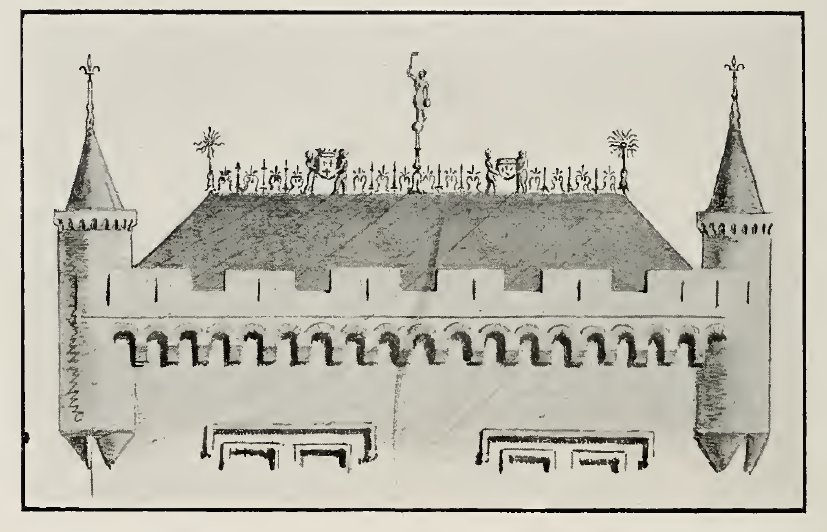
Illustration du toit du Donjon avant 1829, couronné de Dame Tholose brandissant une girouette (d'après Jules de Lahondès).

Sur le toit du donjon s'est dressée entre 1550 et 1829 une statue en bronze doré nommée « Dame Tholose », œuvre du sculpteur Jean Rancy et du fondeur Claude Pelhot, et exceptionnelle personnification, sous les traits de la déesse Pallas Athéna, de la cité et des valeurs qui en assuraient la cohésion autour du corps municipal. Toulouse profita là de la présence de son important arsenal qui fabriquait armes, canons et cloches, pour réaliser la fonte de cette statue de grande taille, une première en France en dehors des ateliers du roi. Nul, pas même en Italie, ne s'était alors risqué à une œuvre aussi dynamique, campée sur un seul appui (Jean de Bologne fit son Mercure volant plus de quinze ans plus tard). Dame Tholose se distingue également par la maîtrise du drap mouillé, la science des gestes, des torsions et des multiples points de vision dont fit précocement preuve Jean Rancy.
La statue tenait une girouette dans sa main droite et s'appuyait de sa main gauche sur un écu aux armes de la ville. Sur l'écu étaient inscrites les lettres CPQT MDL, soit Capitulum Populusque Tolosanum 1550, le « capitoulat et le peuple de Toulouse » qui, à la manière du SPQR romain, renvoyait à Rome et à l'idée de République urbaine, les capitouls se targuant de siéger au sein d'un Capitole.

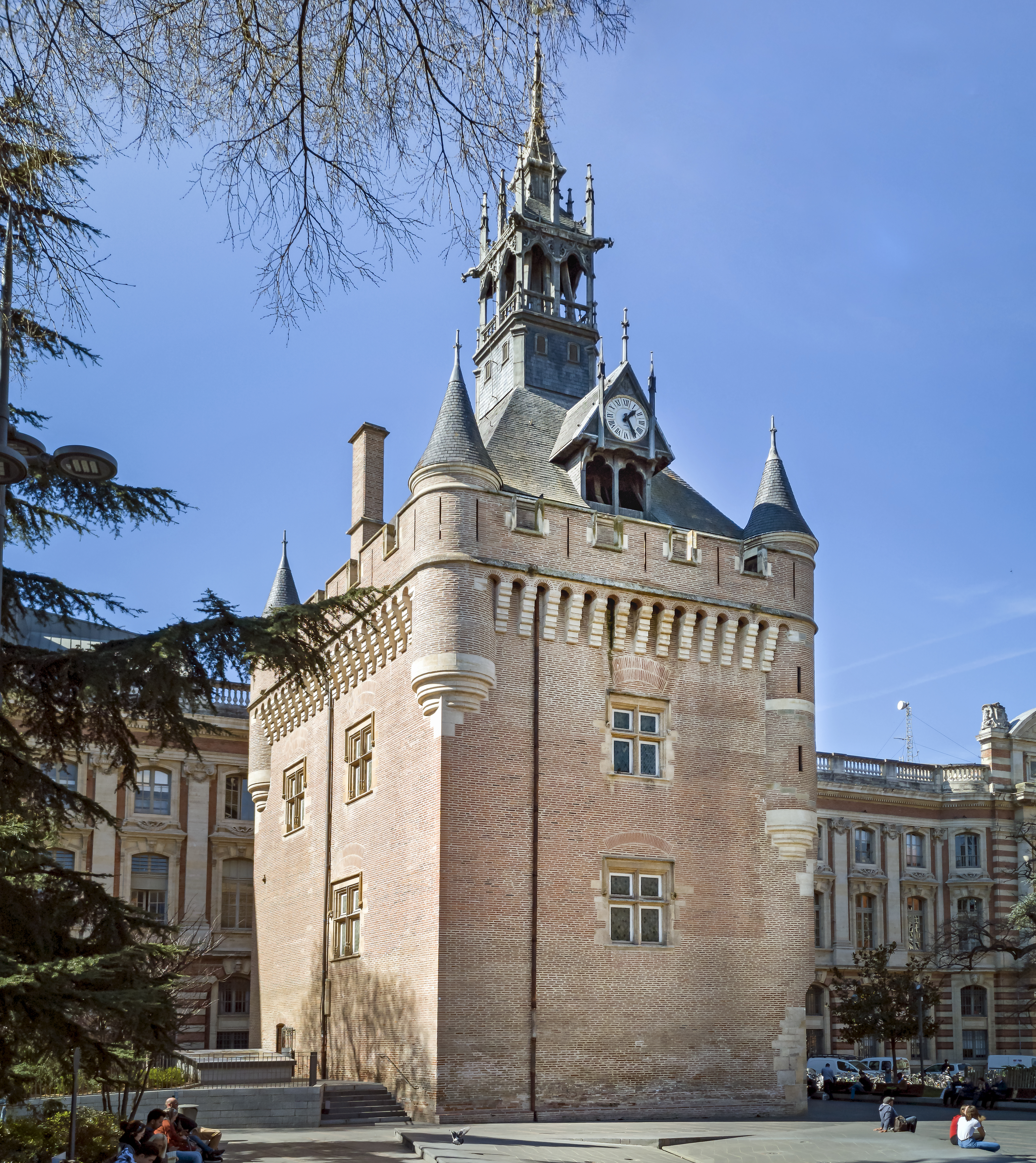
Le donjon (1525-1530, sauf toiture XIXe siècle par Viollet-le-Duc).
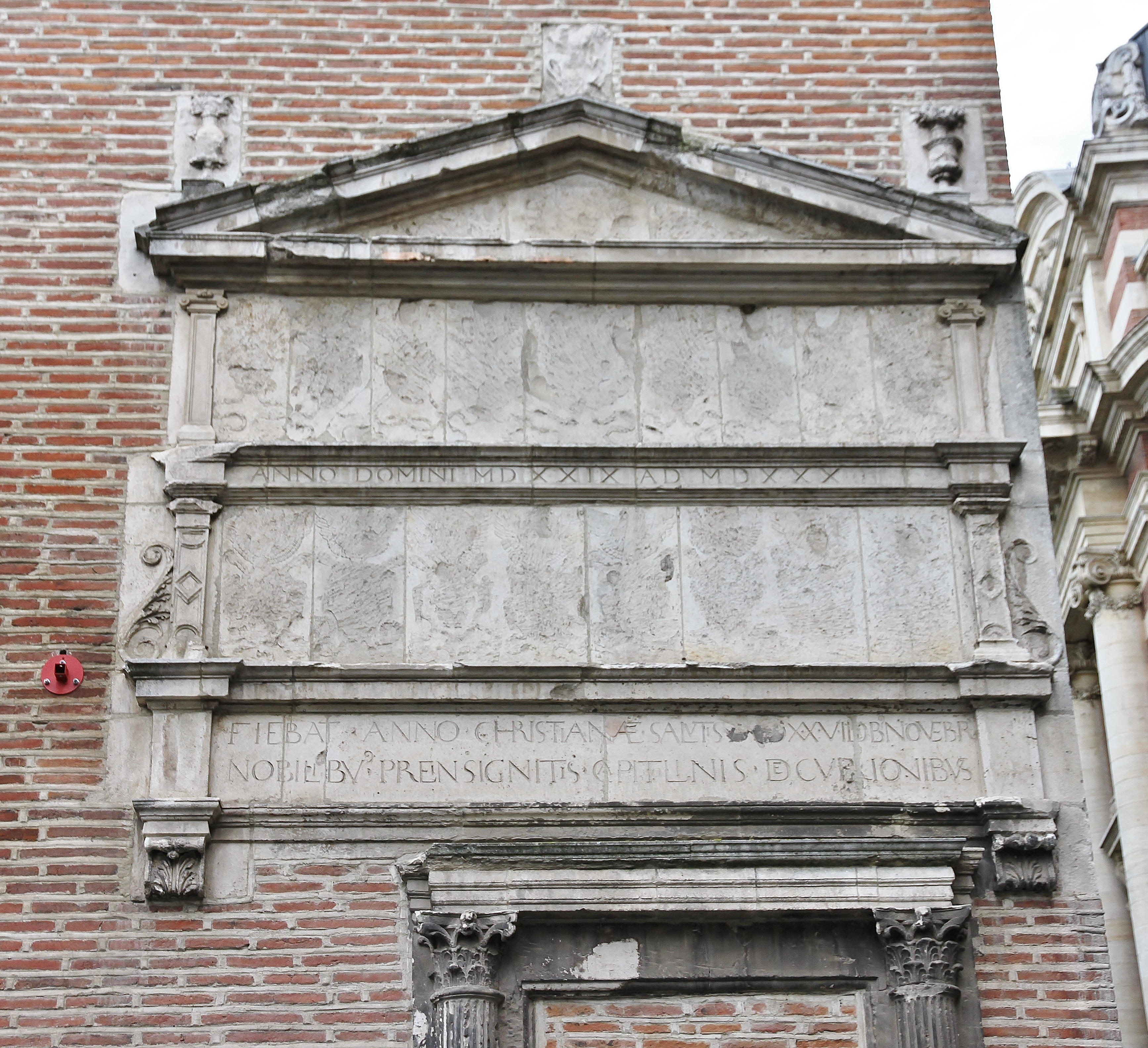
Inscriptions en latin sur le donjon. Les capitouls se présentent comme des décurions siégeant dans un Capitole.
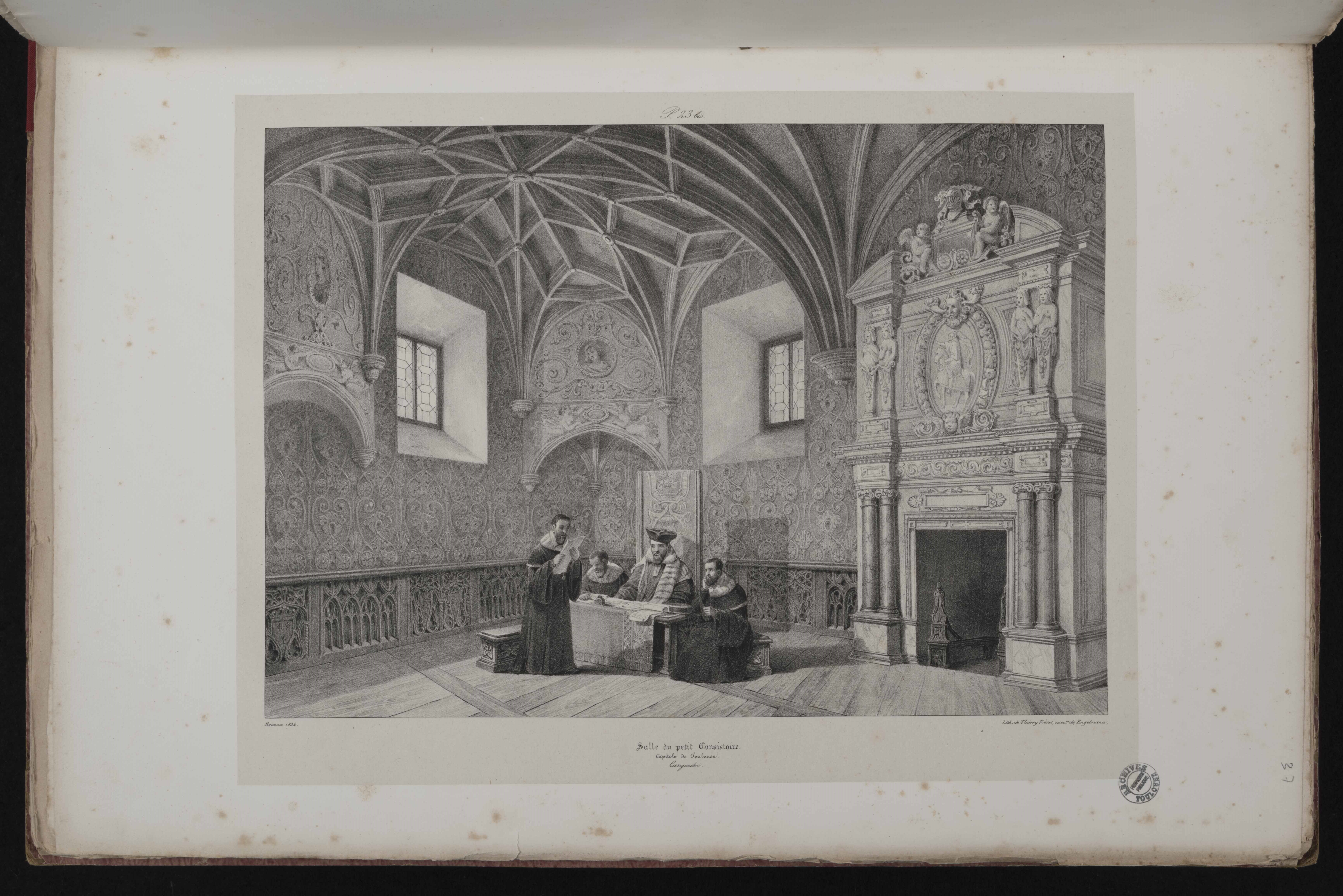
Représentation du Petit Consistoire, voûte du XVIe siècle, cheminée de Nicolas Bachelier (1536, aujourd’hui détruite), décor du XVIIe siècle.
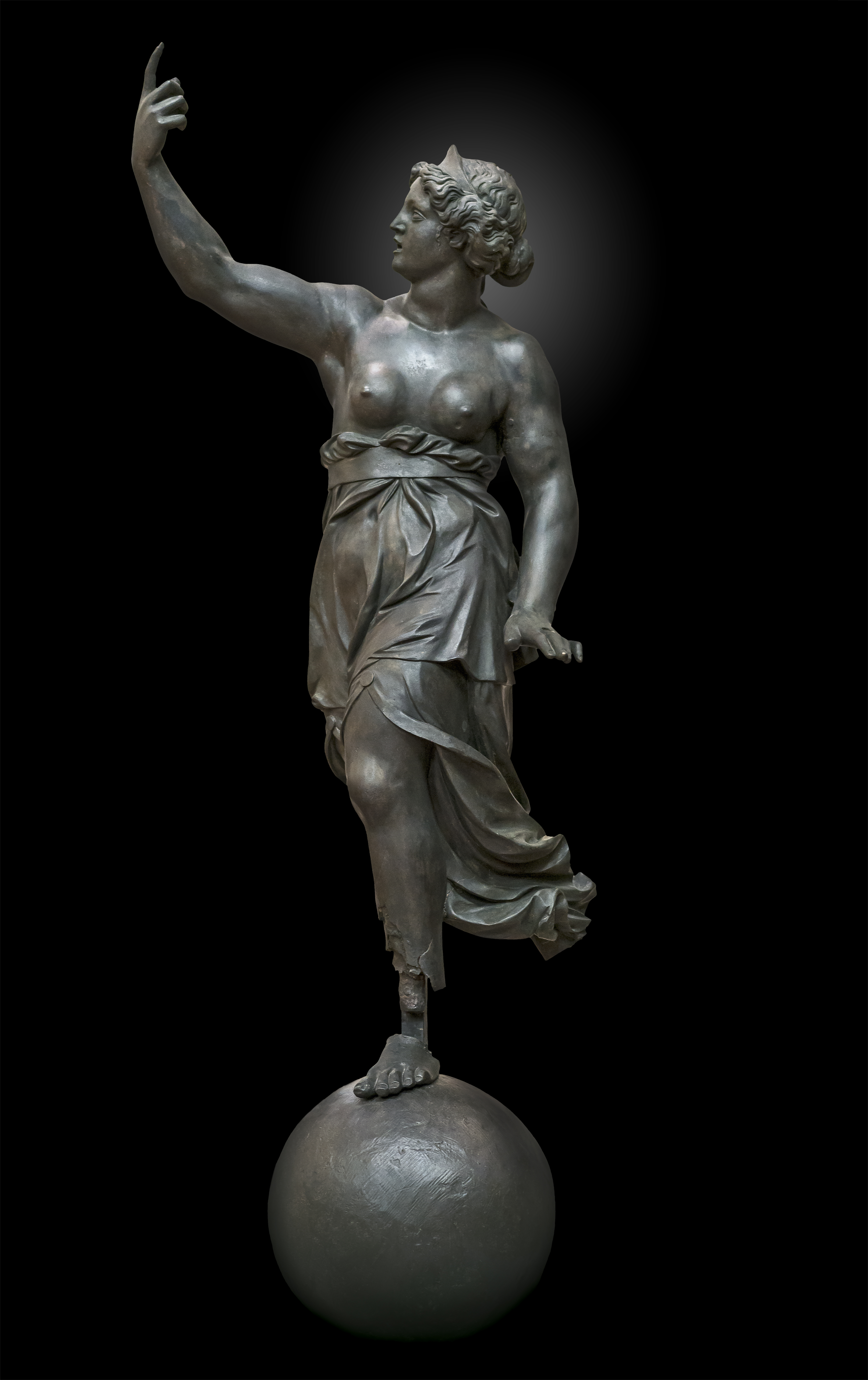
Dame Tholose (1550), autrefois dorée et placée au sommet du donjon, constituait une allégorie de la ville et du pouvoir municipal.

#### La Tour de la Vis ou Tour de l'Horloge, détruite en 1885
Si le Donjon est d'une architecture encore gothique, à l'exception des éléments de décoration présentés dans le chapitre précédent, la Tour de la Vis qui lui fut adjointe quelques années plus tard constitua jusqu'à sa destruction en 1885 un jalon important de l'architecture Renaissance de Toulouse.
Érigée en plusieurs campagnes entre 1532 et 1542, la tour avait pour vocation de remplacer l'escalier extérieur en bois qui desservait l'étage du Donjon. Massive construction carrée, elle renfermait un escalier suspendu de 61 marches considéré comme un chef-d’œuvre d'architectonique, dont l'historien Jules Chalande loua la qualité : « malgré la hardiesse de sa voûte hélicoïdale, évidée au centre et appuyée seulement sur le pourtour de l'édifice, pas une pierre n'avait fait un mouvement depuis trois siècles et demi ». L'escalier s'était acquis une certaine célébrité car Chalande ajoute que des siècles après sa construction, il faisait encore l'admiration des gens de métier et des étrangers de passage à Toulouse.
C'est le maître-maçon Sébastien Bouguereau qui édifia cette remarquable "vis à repos", l'un des premiers essais de la Renaissance pour remplacer les escaliers en vis. Cet exemple resta unique à Toulouse où l'on préféra ensuite l'escalier à rampes droites soutenu par un mur de refend, moins complexe à bâtir. Cette prouesse de stéréotomie qui s'inspirait de réalisations espagnoles (Bouguereau ayant travaillé dans ce pays) fut le premier escalier suspendu connu en France, on n'en retrouve la formule à Paris qu'un siècle plus tard (après 1640) avant qu'elle ne regagne ensuite la province.
En 1603 les capitouls firent placer sur la tour une horloge sonnant les heures, aux sculptures flamboyantes agrémentées de peintures, de dorures, ainsi que des armoiries du roi, de la Ville et des huit capitouls en exercice. La Tour de la Vis fut dès lors appelée Tour de l'Horloge jusqu'à ce qu'en 1768 l'horloge soit déplacée sur une autre façade du Capitole, ce qui valut alors à la tour de retrouver son nom d'origine. En 1885 la municipalité décida de sa destruction car elle masquait la perspective de la nouvelle façade arrière du Capitole, et il s'en fallut de peu que le Donjon ne subisse le même sort.

Relevés de la Tour de la Vis avant sa destruction
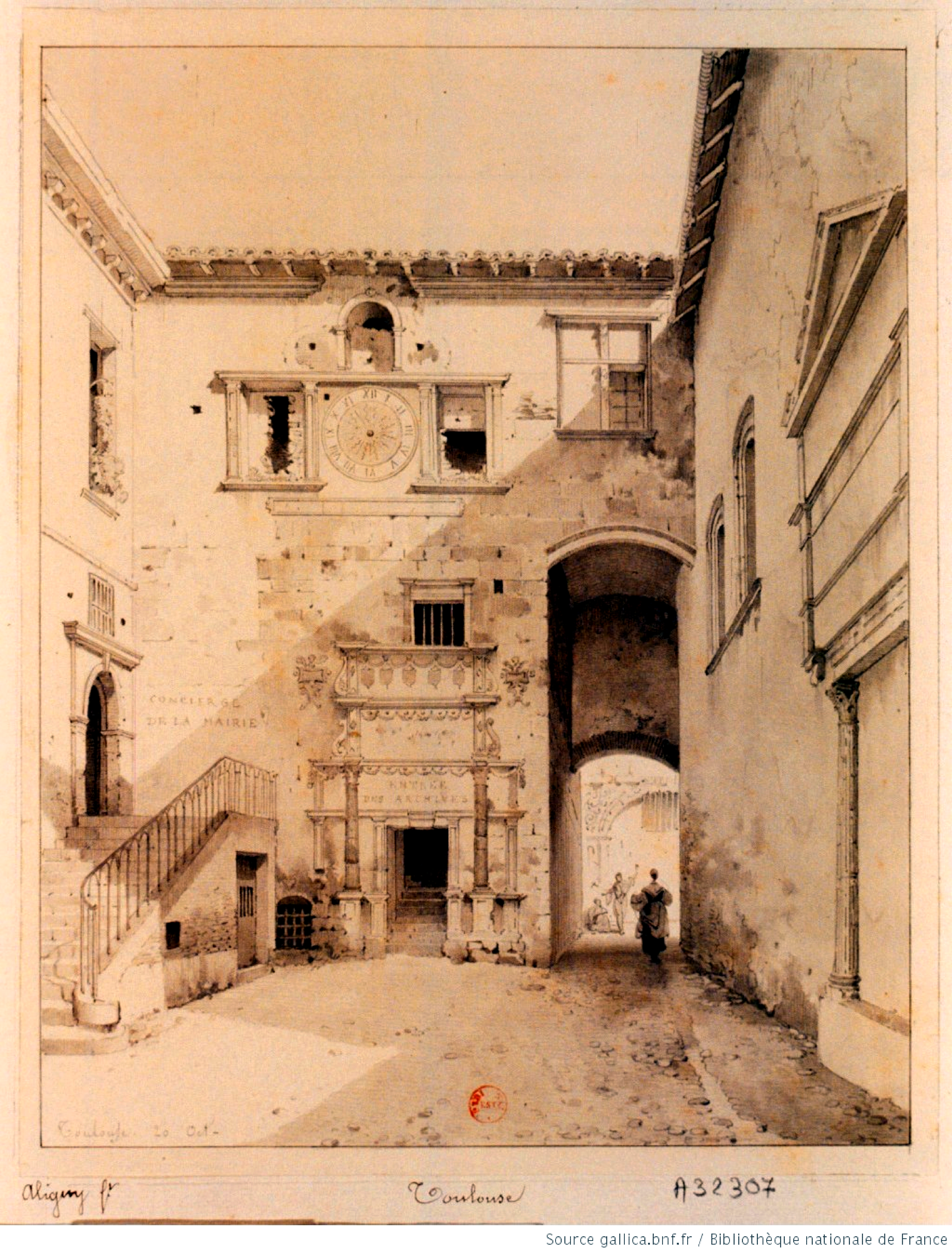
La Tour de la Vis avant 1873
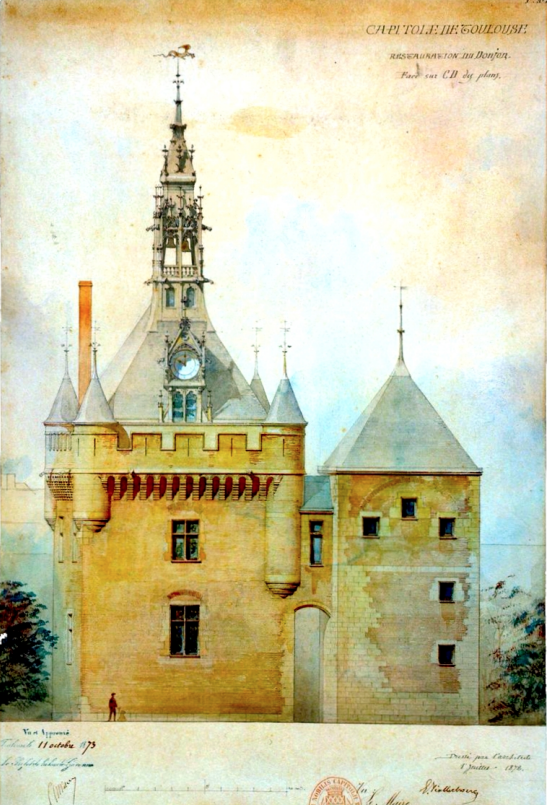
Le Donjon et la Tour de la Vis entre 1873 et 1885
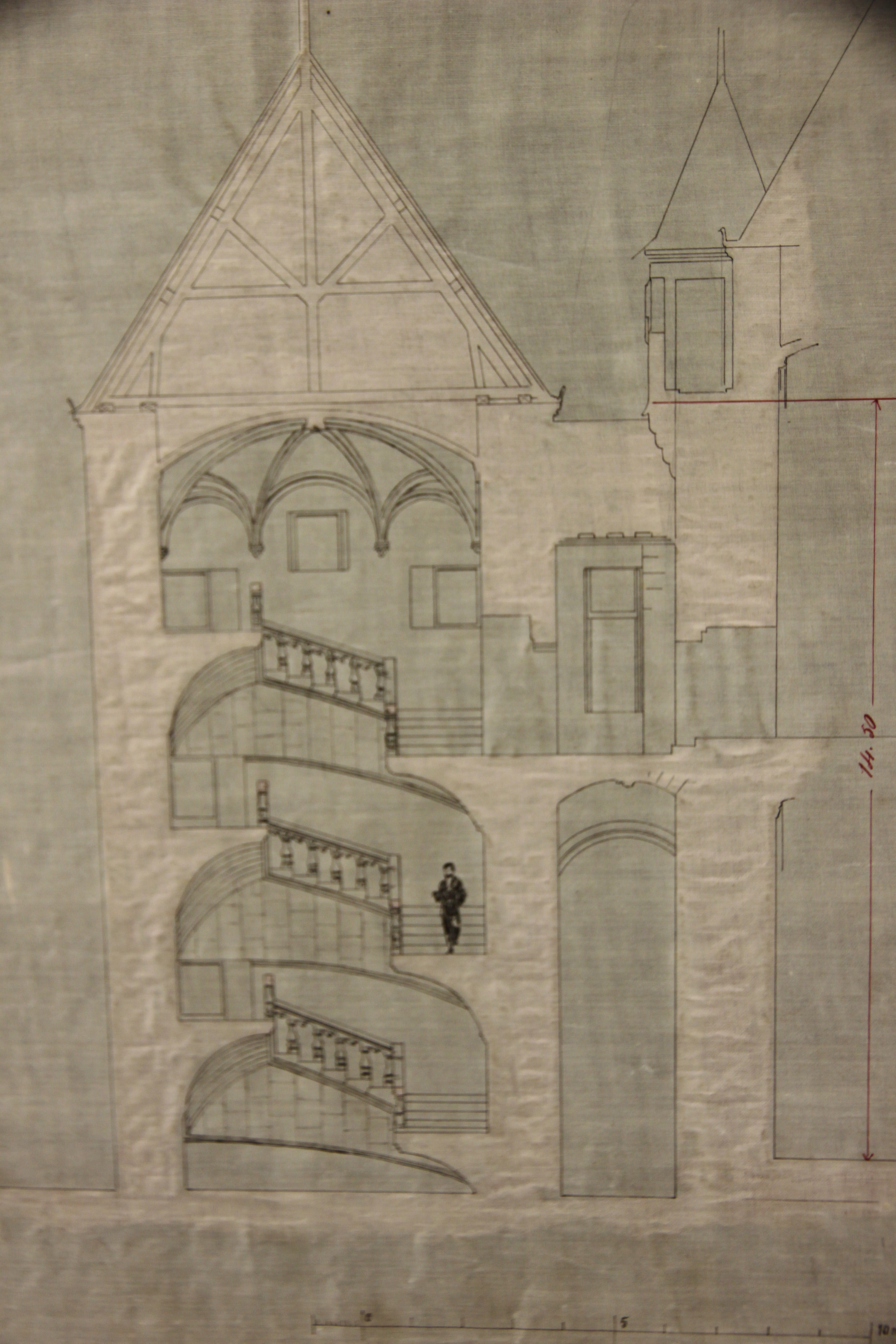
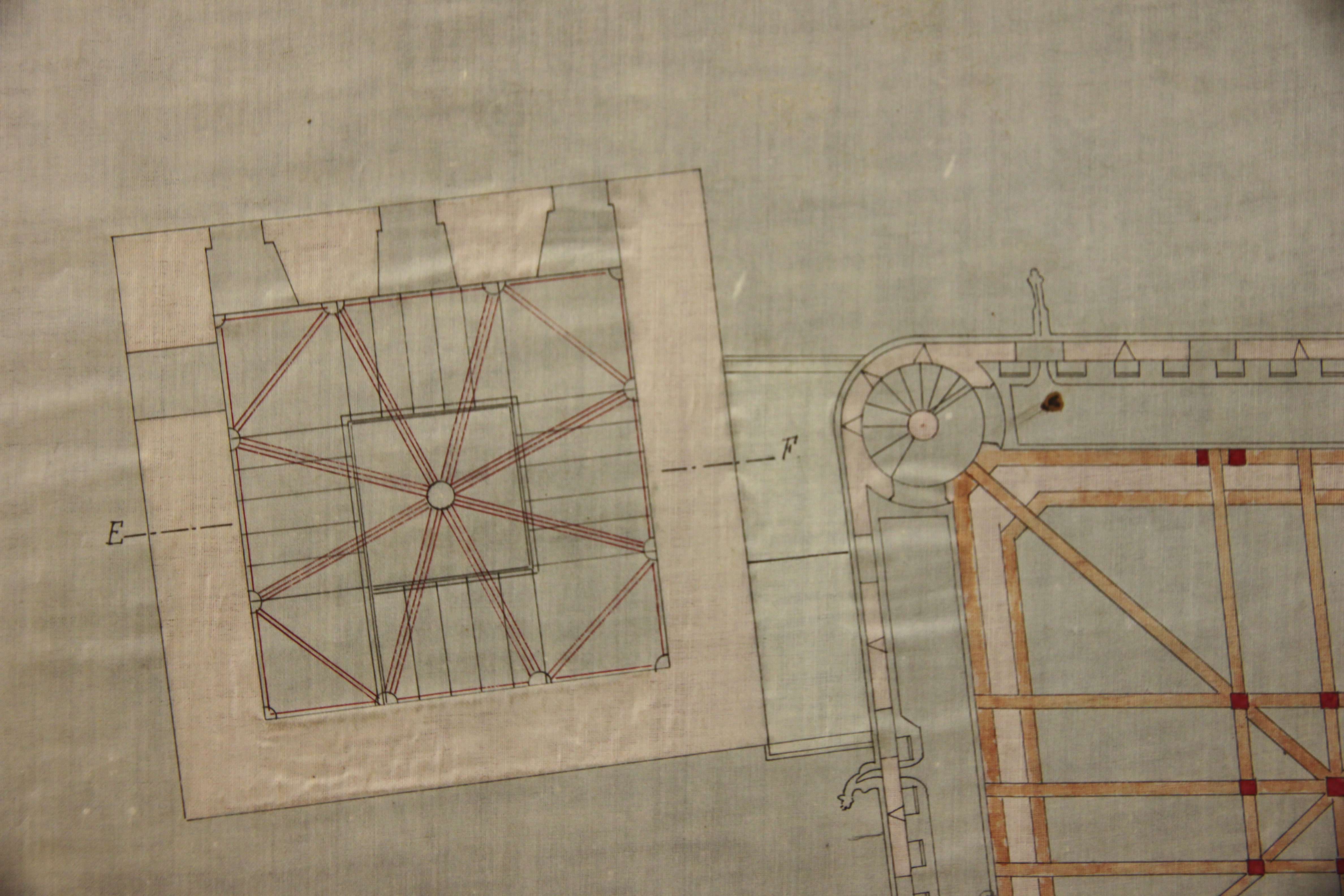

### La cour Henri IV du Capitole et son portail triomphal

#### La cour Henri IV
La cour Henri IV du Capitole fut élevée entre 1602 et 1609 par Pierre Souffron. Elle est caractérisée par une polychromie brique-pierre voulue par l'architecte, composition qui influença les constructions postérieures du palais municipal. Les arcades du rez-de-chaussée furent bâties par Dominique Capmartin et Jean Bordes, alors qu'à l'étage étaient établies des galeries destinées à accueillir des salles prestigieuses, comme celle à l'usage des mainteneurs des Jeux floraux richement décorée d'armoiries et de fleurs peintes par Jean Chalette, embryon de la première Salle des Illustres .
En 1606 le Parlement de Toulouse fit des difficultés au sujet de ces travaux, les capitouls se tournèrent alors vers le roi Henri IV pour faire autoriser leur poursuite, ce qu'il accepta à condition qu'on y fît placer sa statue en marbre et que la galerie nord se nommât « Galerie Henri IV, roi de France et de Navarre ».
Sur les galeries à ordres superposés et baies à la Lescot les capitouls de l'année 1605 firent placer les armes de la ville et celles du roi ainsi que leurs blasons, mis à mal par les révolutionnaires mais rétablis en 1873. Le portail à l'ouest date de 1576, mais il fut transformé en 1607, puis encore remanié en 1676 et enrichi de deux figures féminines à l'agneau et à la chouette représentant Pallas / Dame Tholose, œuvres du sculpteur Philibert Chaillon.

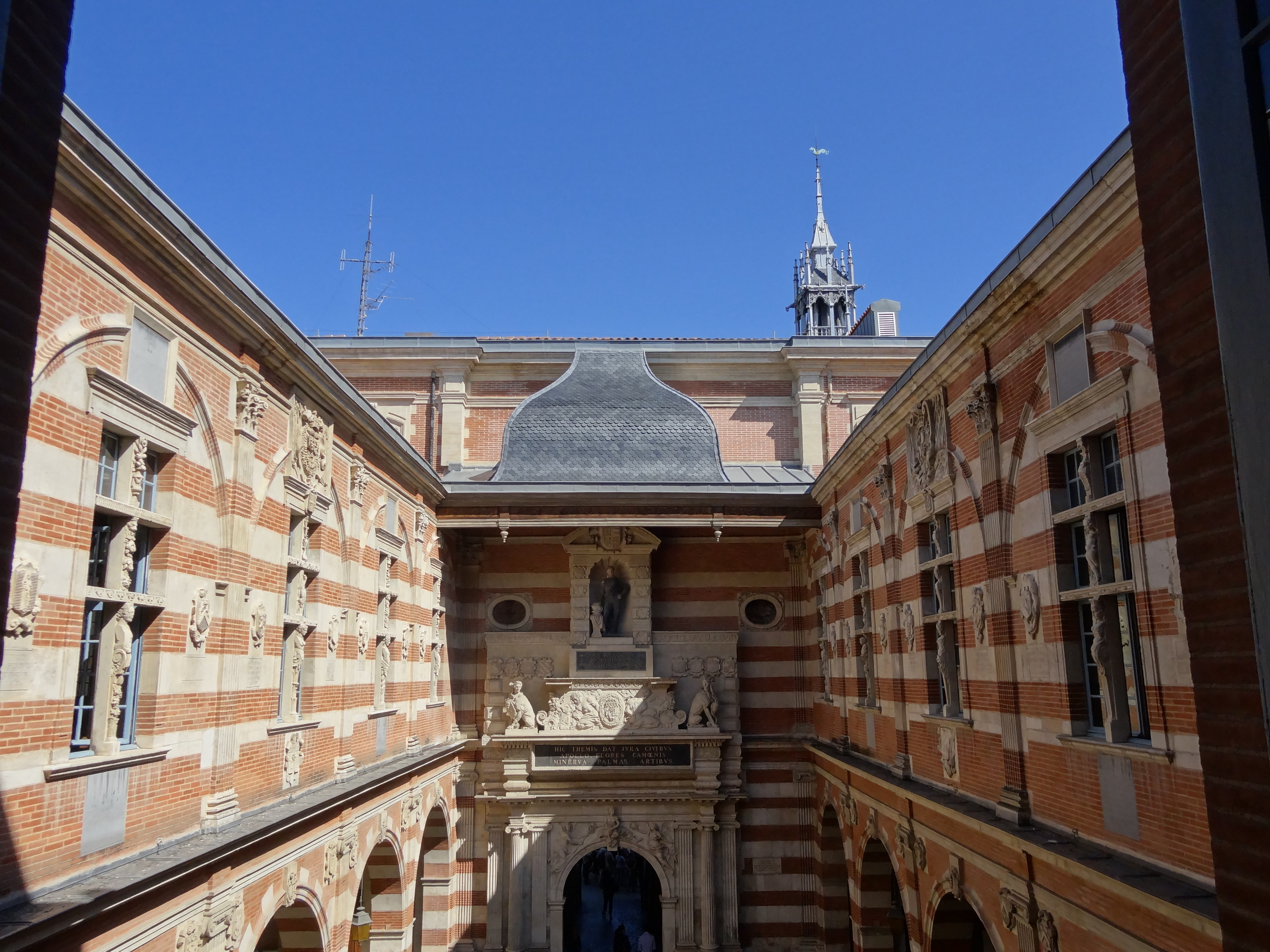
La cour Henri IV.
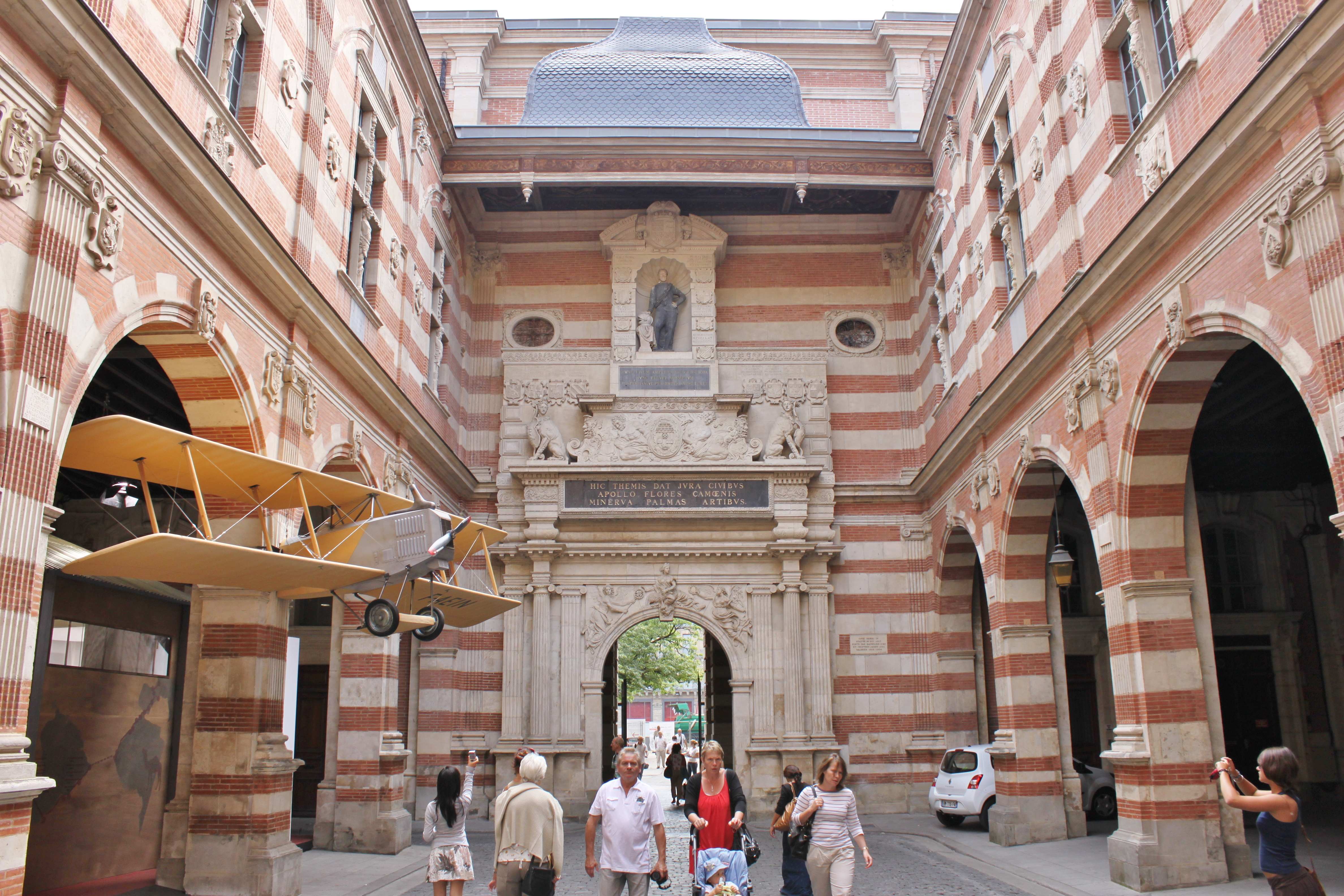
La cour Henri IV, vers l'est.
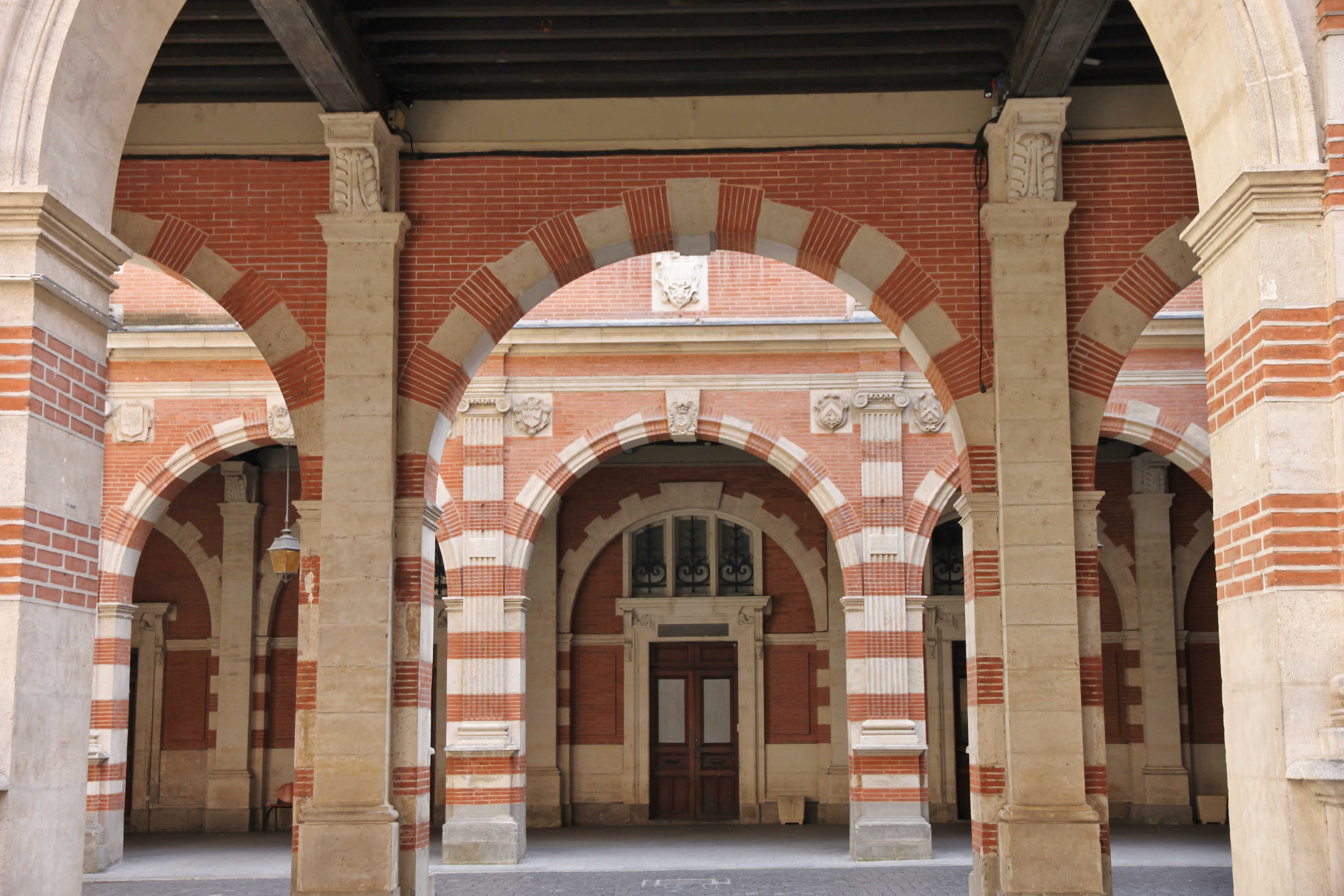
Arcades de la cour Henri IV.
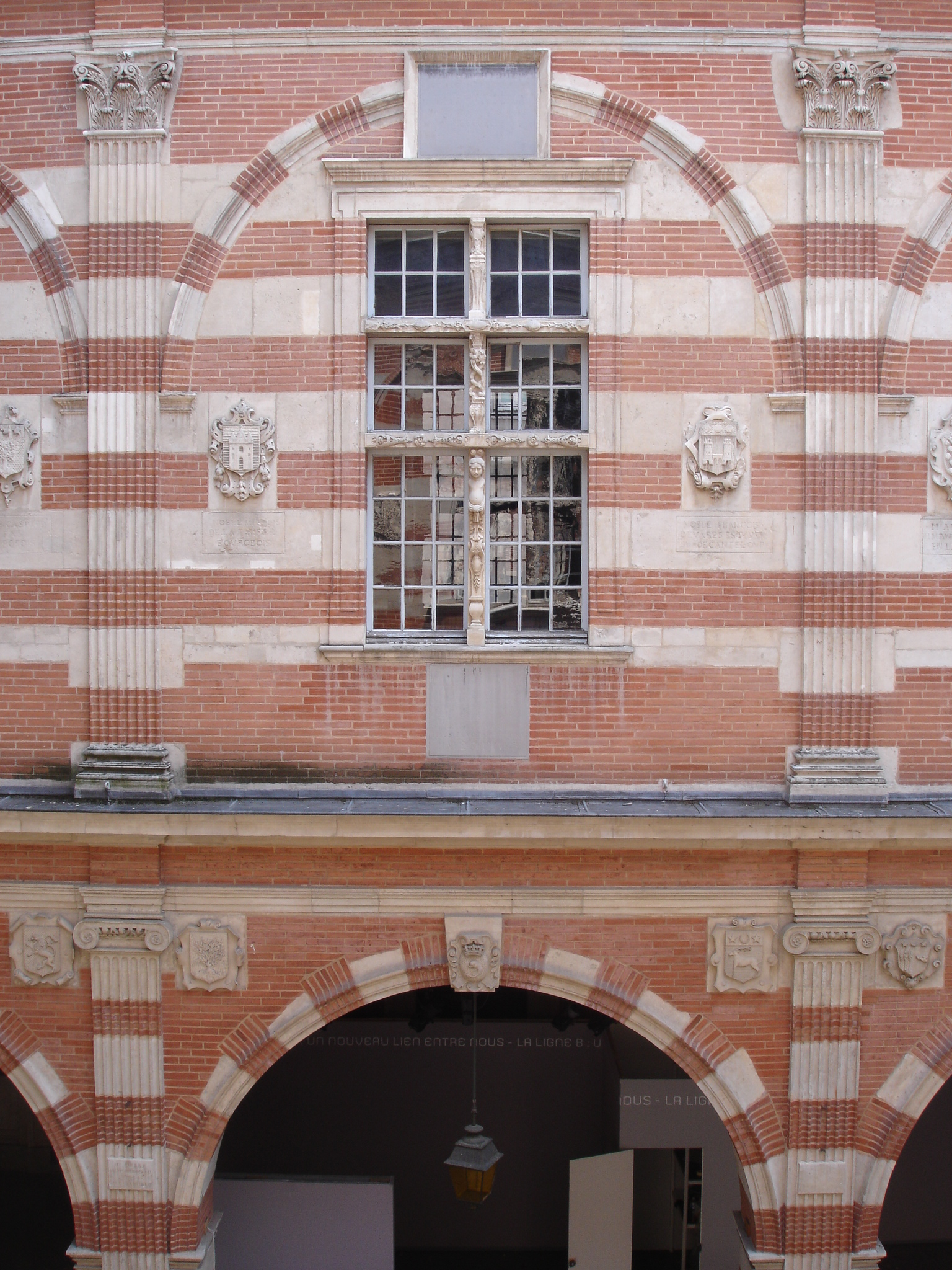
Cour Henri IV, polychromie brique-pierre.
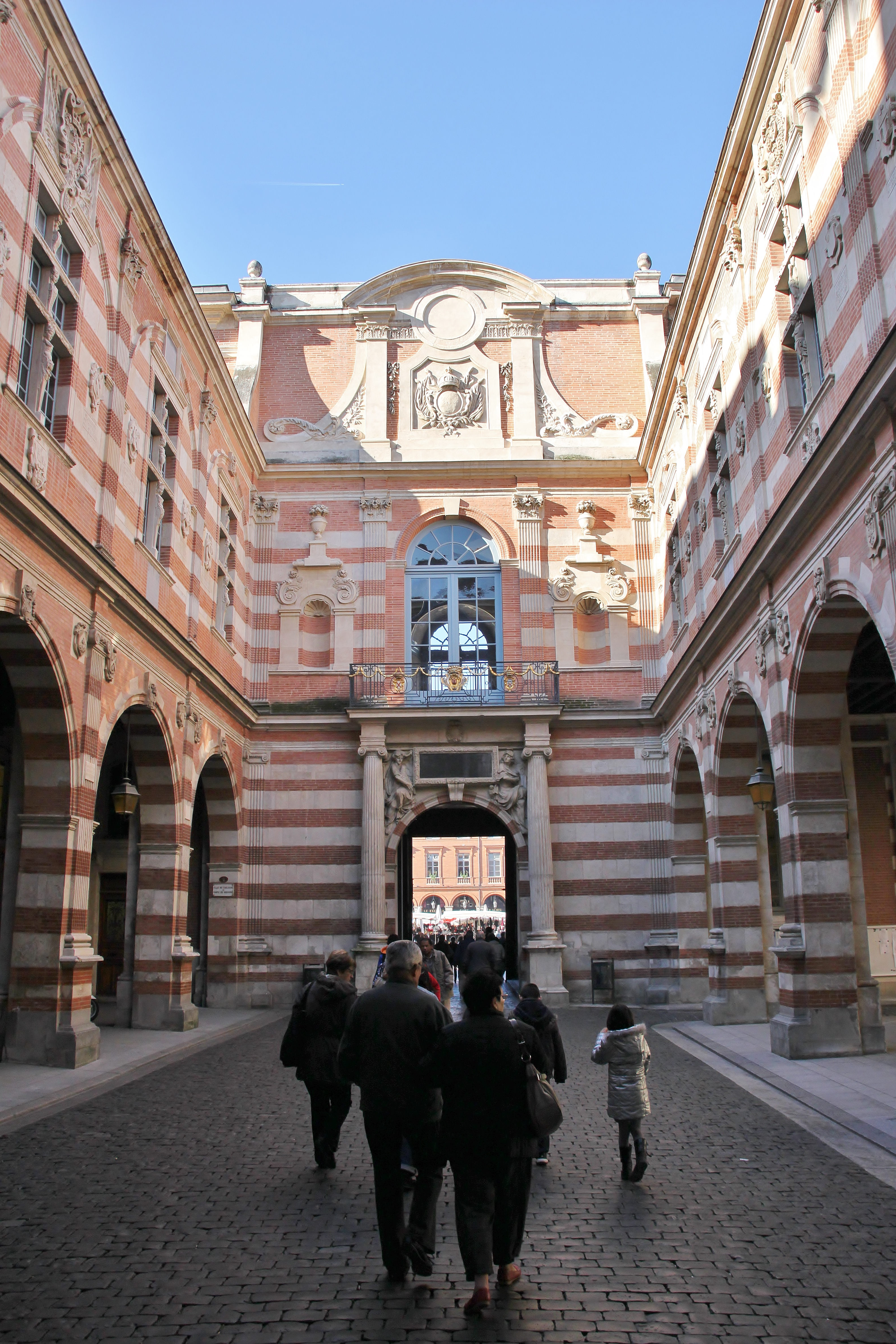
La cour Henri IV, vers l'ouest.
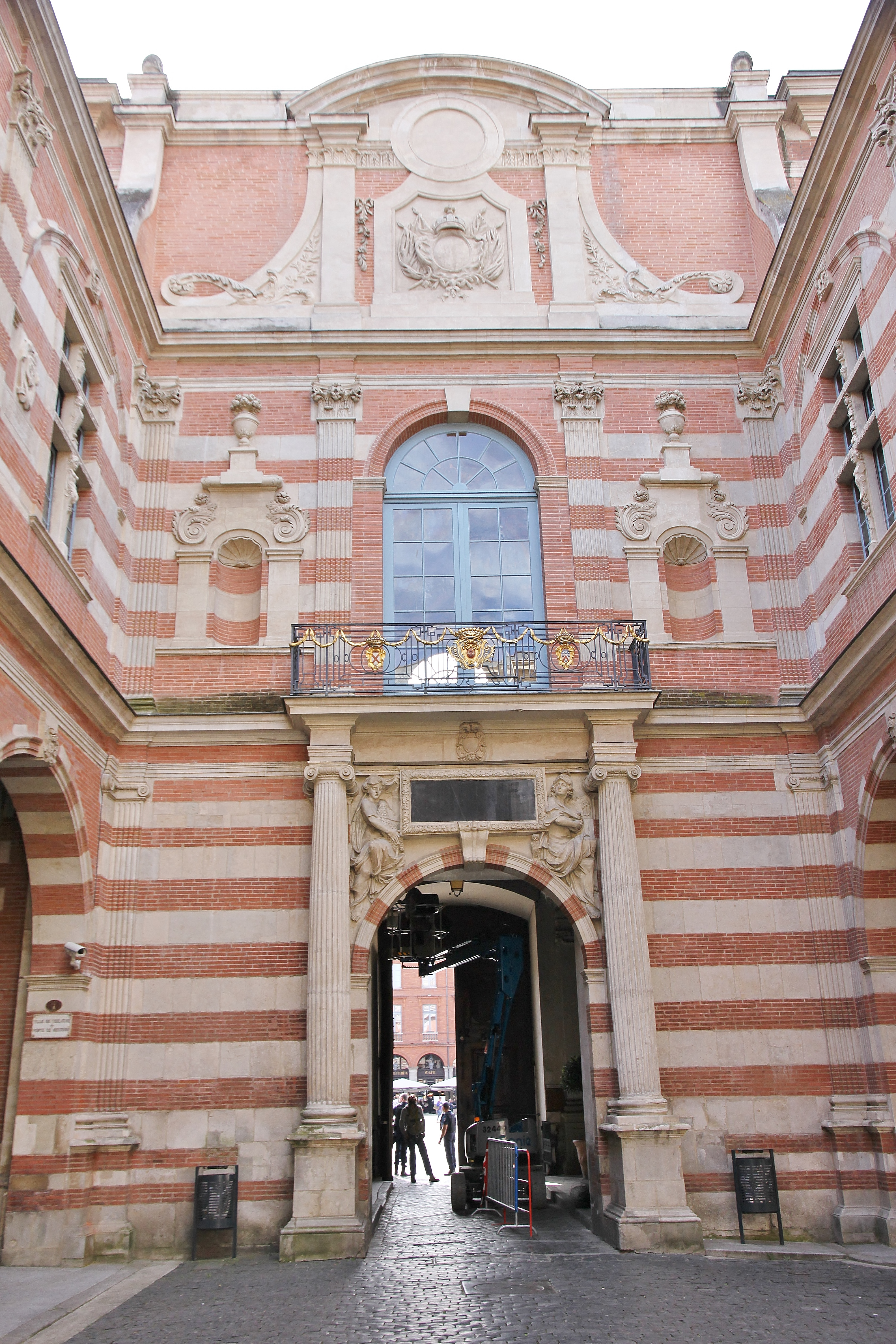
Cour Henri IV, façade occidentale (remaniée).
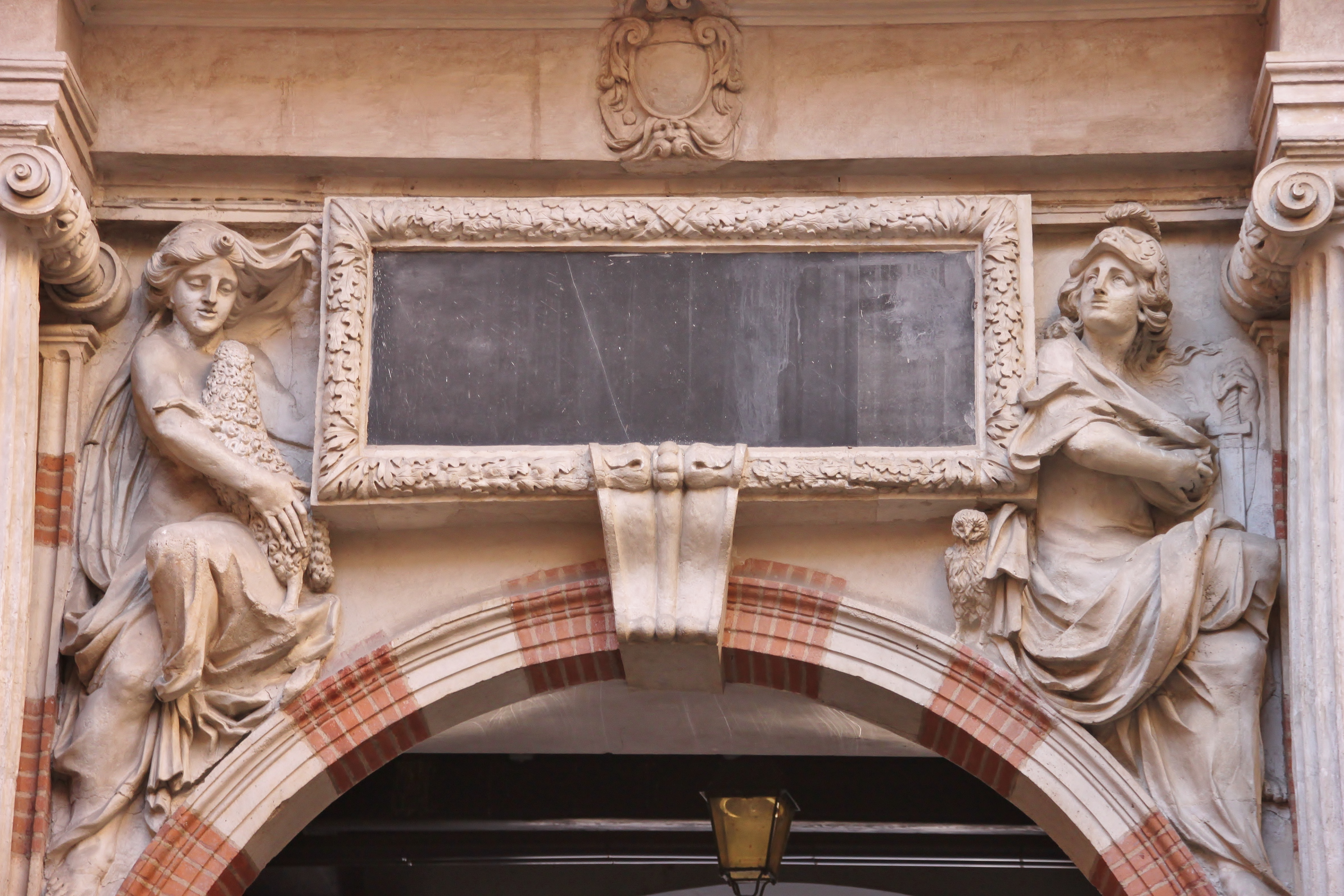
Cour Henri IV, détail du portail occidental.
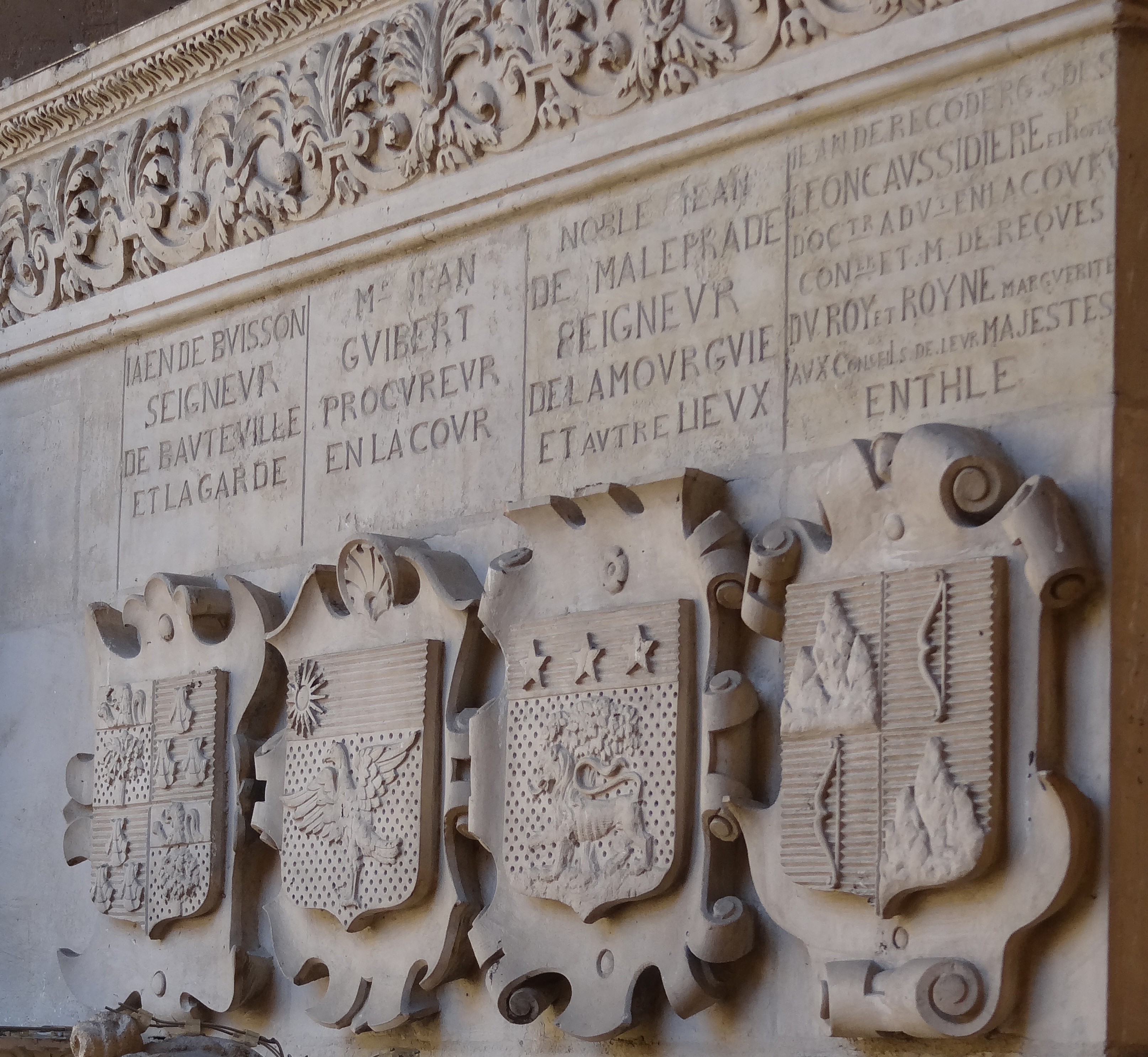
Cour Henri IV, blasons de capitouls.
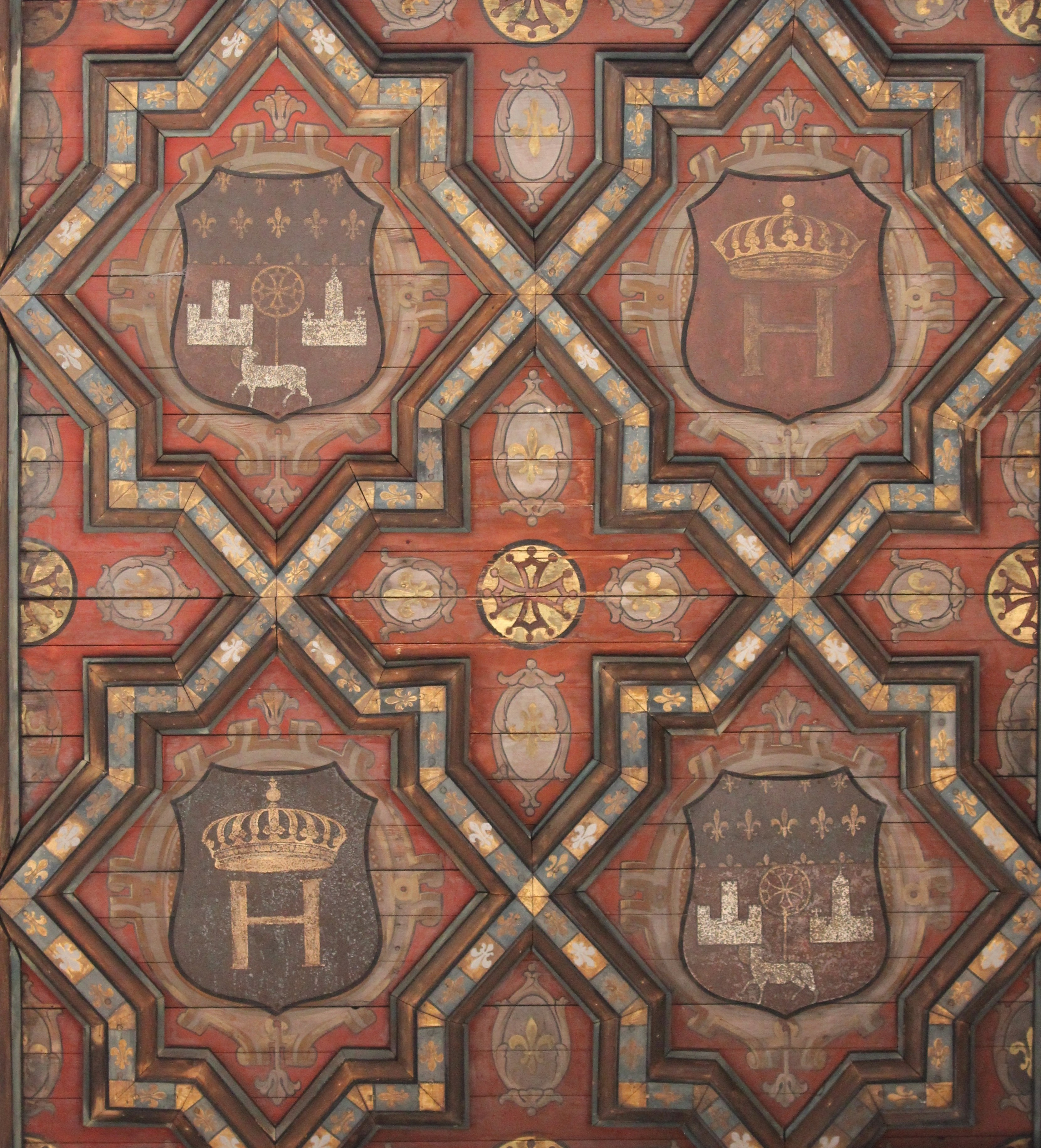
Cour Henri IV, blasons sous l'auvent. Les motifs géométriques évoquent le style mudéjar mais aussi des gravures de Serlio (décor remanié).
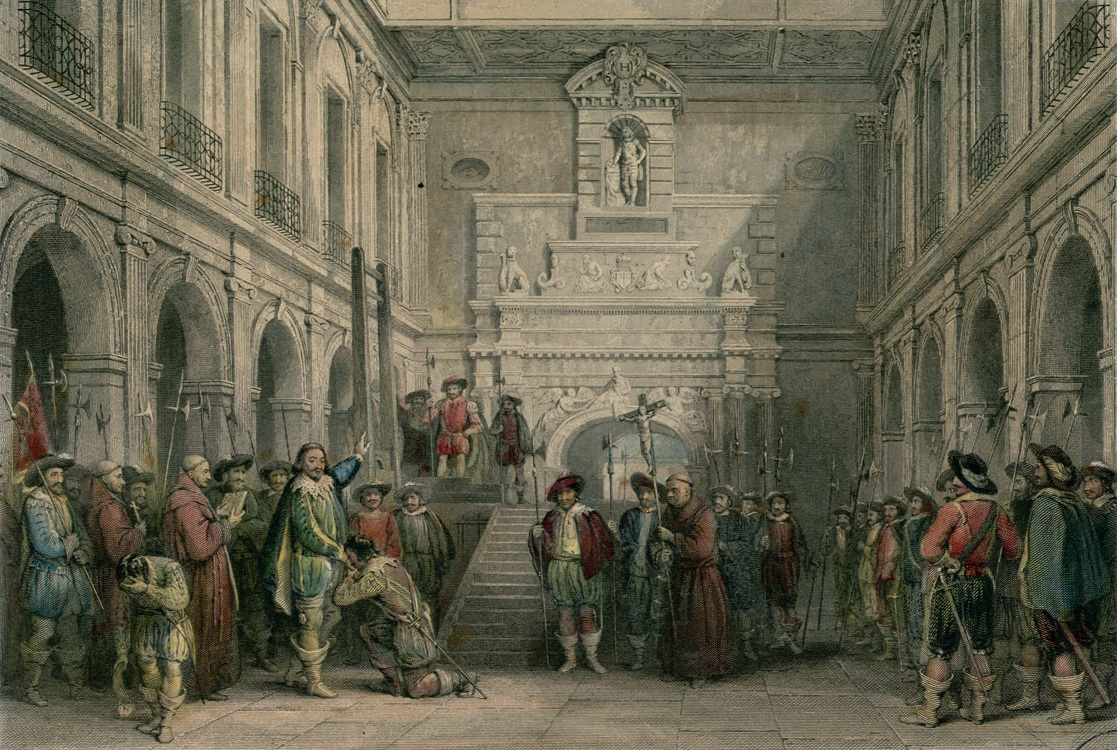
L'exécution du duc de Montmorency dans la cour Henri IV en 1632 (illustration du XIXe siècle).

#### Le portail triomphal
Le grand portail triomphal de la cour Henri IV est une superposition de parties diverses réalisées successivement par des artistes de la Renaissance toulousaine, il fut monté à son emplacement actuel dans les premières années du XVIIe siècle en même temps qu'était édifiée la cour Henri IV. Il est le support d'un langage symbolique mettant en exergue la grandeur de la ville et, pour sa partie supérieure, de la Couronne.
La partie basse du portail a été réalisée par l'architecte et sculpteur Nicolas Bachelier en 1546 sur un dessin de Jean Rancy. Elle ornait initialement le vestibule du Grand Consistoire et représente Pallas car, ainsi que nous le rapporte le poète latin Martial, celle-ci avait été instituée déesse protectrice de Toulouse à l'époque romaine (probablement par l'empereur Domitien). C'était là une figure tutélaire prestigieuse remise en avant par les capitouls de la Renaissance. Pallas est ici entourée de deux femmes ailées : l'une portant un bâton avec la croix de Toulouse (à l'origine il s'agissait d'une chouette, attribut de Pallas), l'autre brandissant une couronne de lauriers et une branche fleurie.
La partie médiane du portail a été sculptée par Geoffroy Jarry en 1561, on y voit des esclaves captifs entourant le blason de Toulouse, pour symboliser la puissance de la ville en tant que capitale de la province du Languedoc. Sous les sculptures, une inscription ajoutée en 1771 annonce en latin l'importance du lieu : HIC THEMIS DAT JURA CIVIBUS, APOLLO FLORES CAMŒNIS, MINERVA PALMAS ARTIBUS : « Ici Thémis donne la loi aux citoyens, Apollon les fleurs aux poètes, Minerve les palmes aux artistes ».
La partie supérieure du portail, décorée des noms et blasons des capitouls de l'année, s'organise autour d'une statue en marbres des Pyrénées d'Henri IV, œuvre de Thomas Heurtematte (1607). Réalisée du vivant du roi, elle témoigne de la volonté de la Couronne de restaurer l'image politique du roi de France dans une ville ultra catholique qui quelques années plus tôt s'était violemment opposée à son accession au trône. Le roi y est campé lauré et en armure pour exalter sa puissance militaire et le poser en pacificateur et en protecteur de la chrétienté.

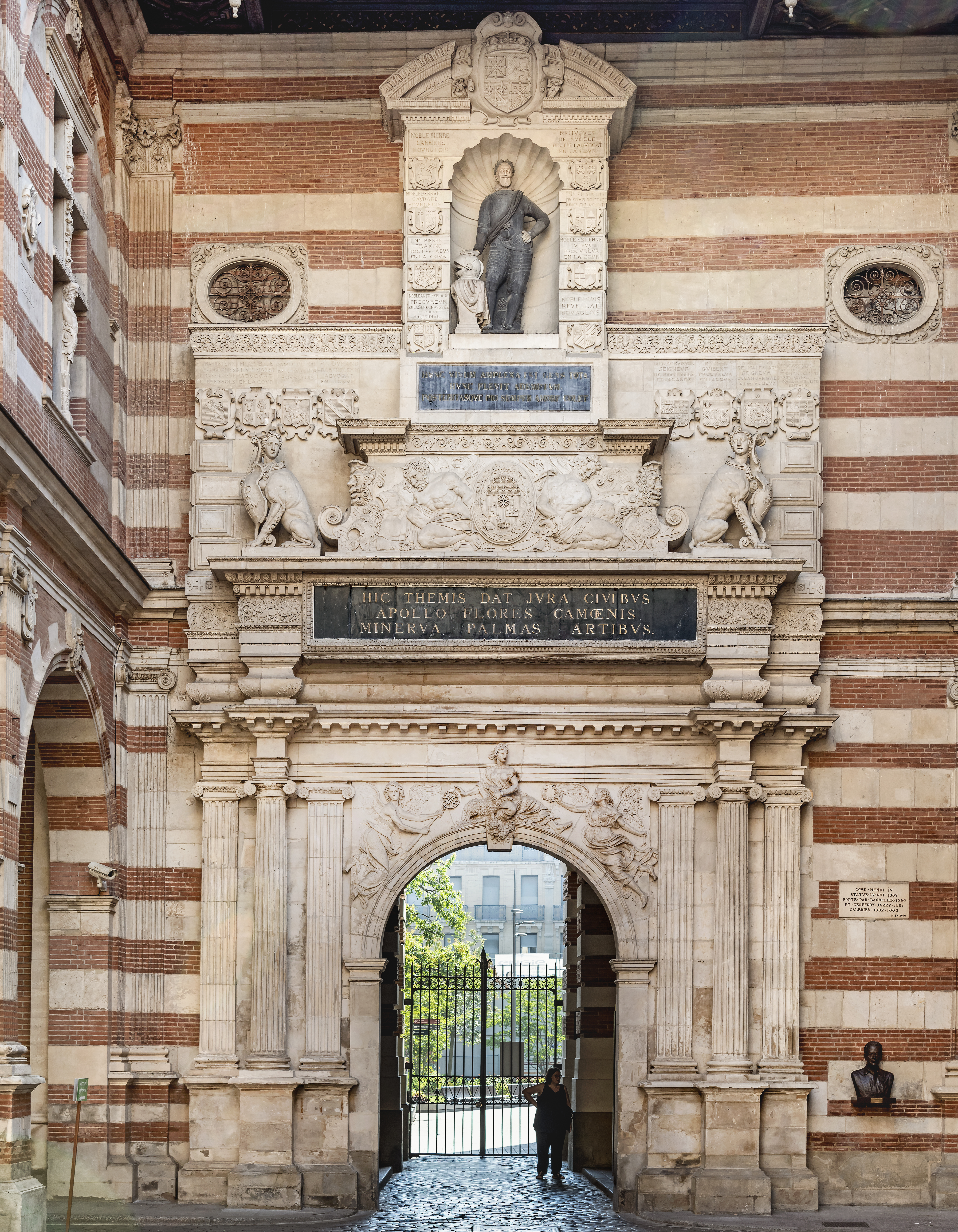
Le portail triomphal de la cour Henri IV.
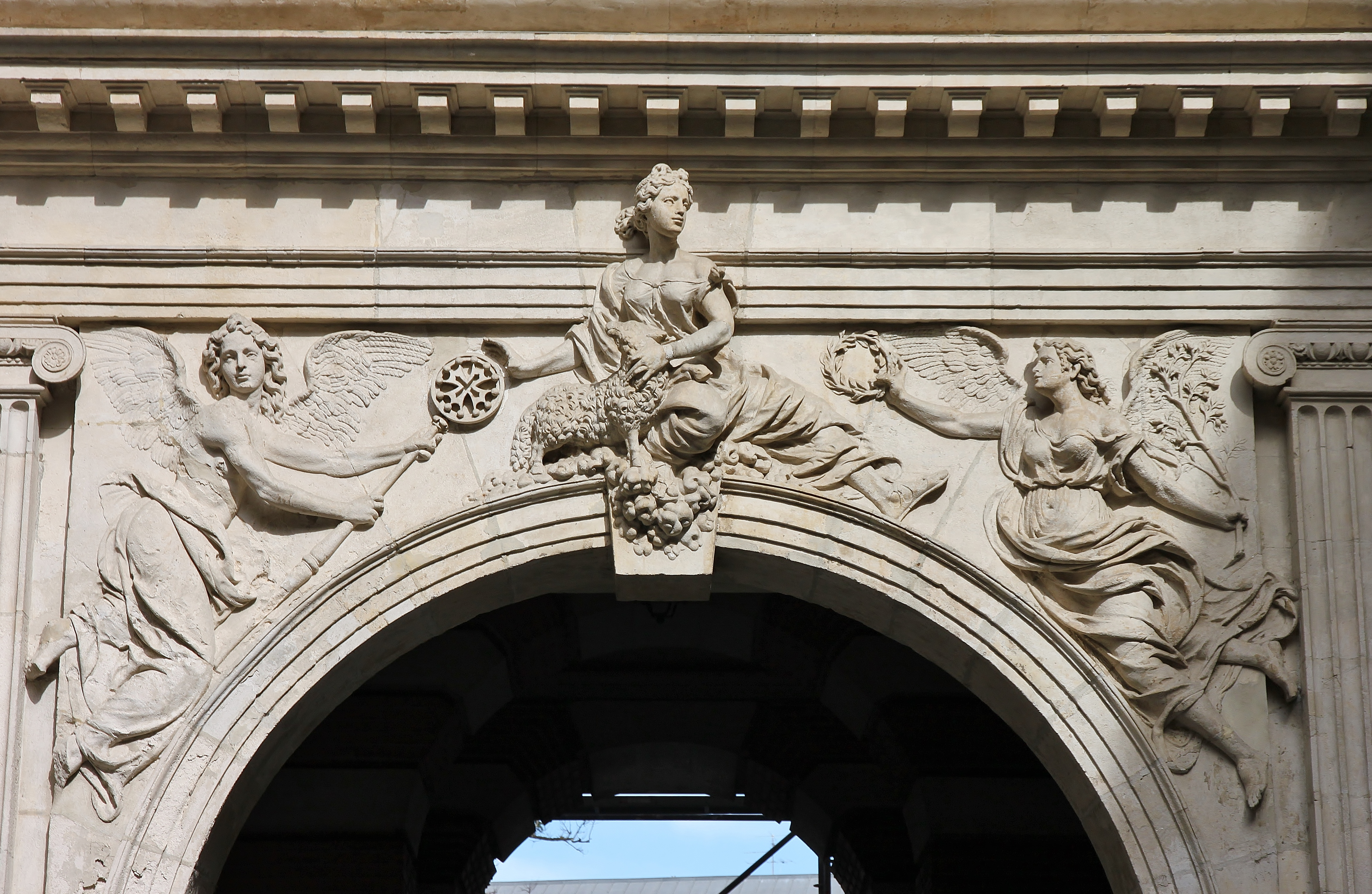
Partie basse : Pallas entourée de deux figures féminines ailées (1546).
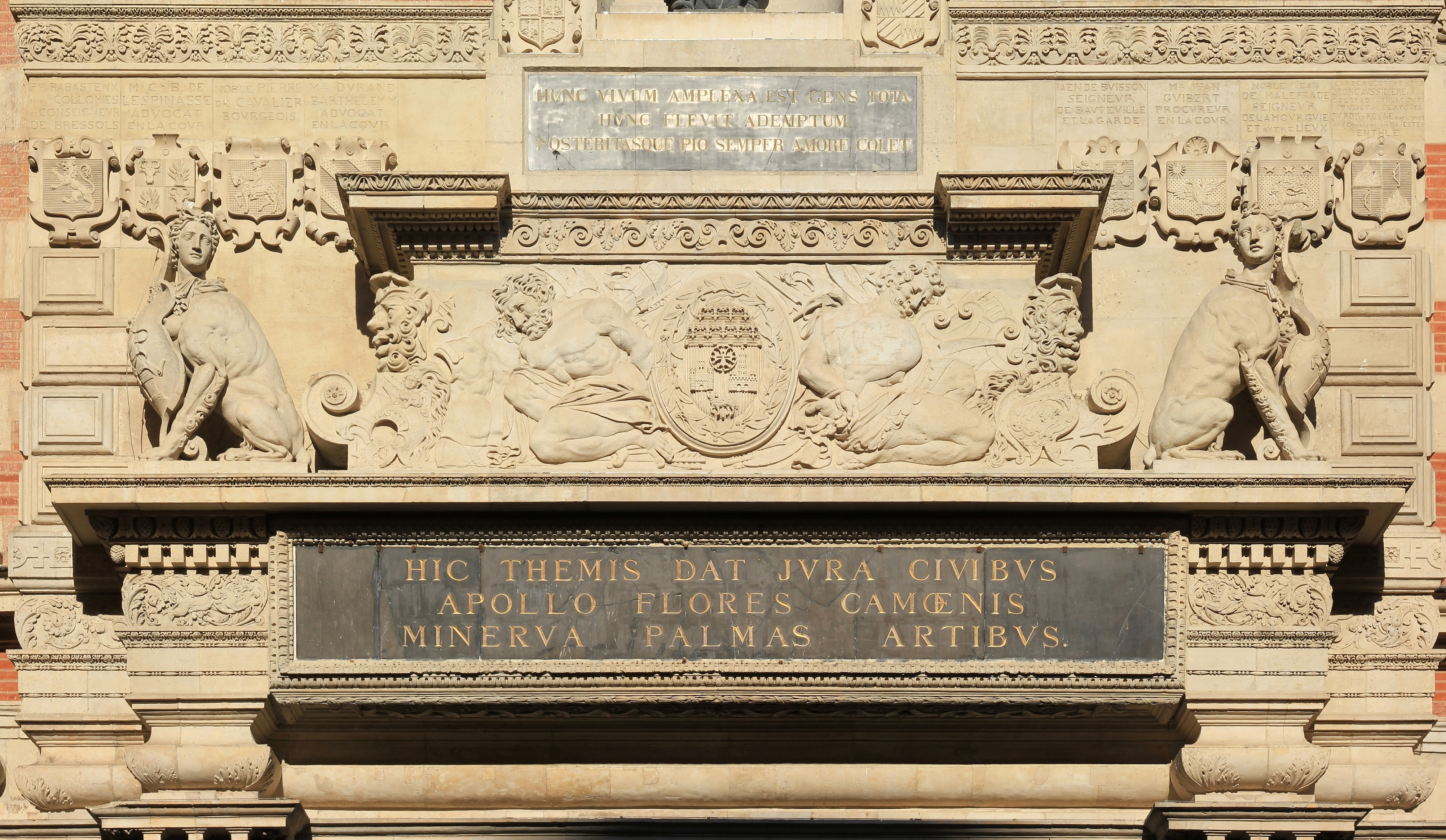
Partie médiane : esclaves prisonniers autour du blason de Toulouse (1561).
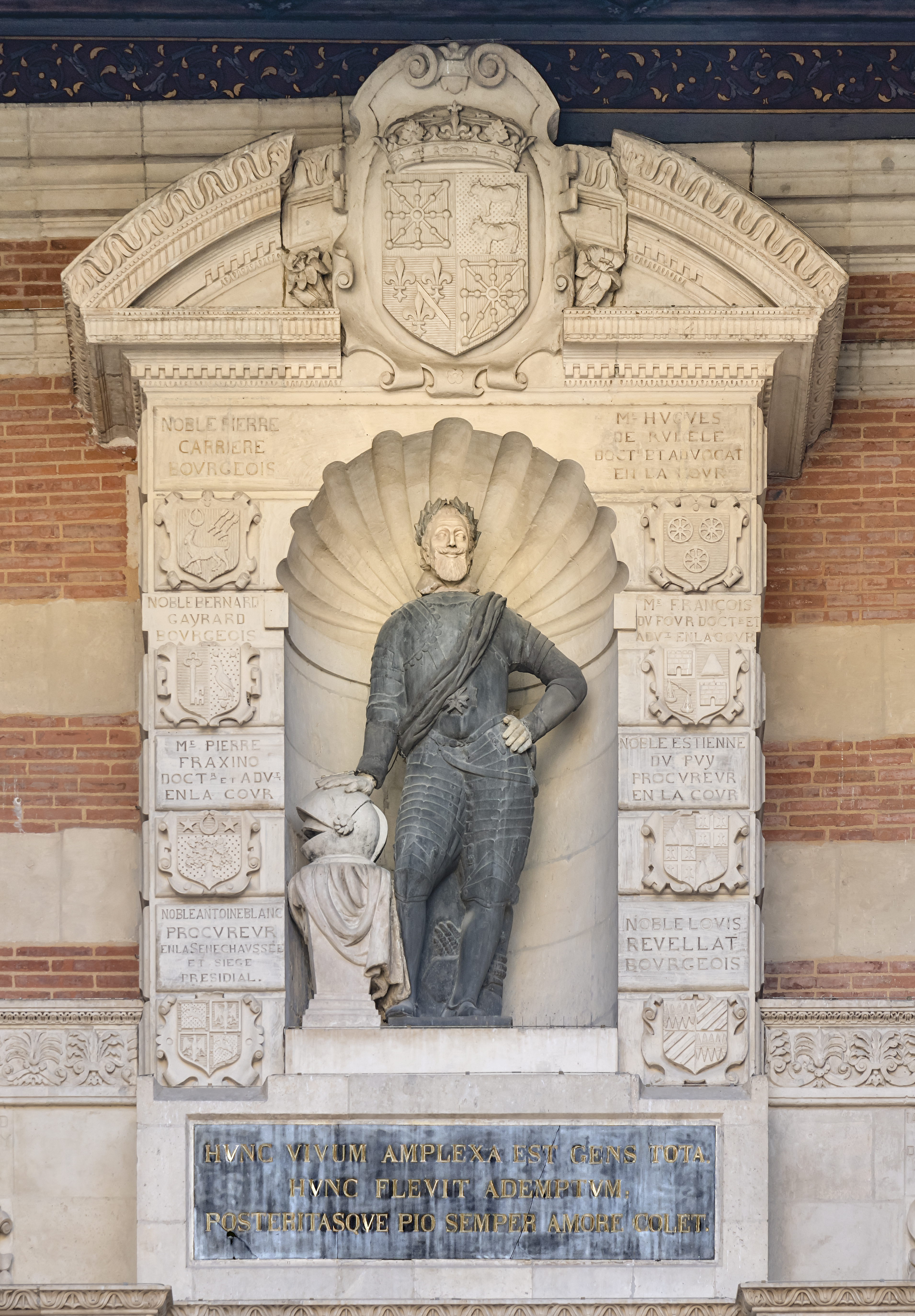
Partie haute : la statue d'Henri IV en marbres des Pyrénées (1607).

### La fontaine du Griffoul
Dès 1545, les capitouls entreprirent de grands travaux pour remettre en état de fonctionnement un ancien aqueduc romain qui conduisait jusqu'au site de la cathédrale les eaux d'une haute colline. Une première fontaine publique fut installée par le sculpteur Jean Rancy en 1549, remplacée en 1593 par certains des éléments de l'actuelle fontaine : un obélisque en marbre rouge de Cierp (dans les Pyrénées), posé sur un piédestal creusé de quatre niches abritant des marmousets de bronze tenant chacun une aiguière et urinant comme le Manneken-Pis.
En 1649, vandalisés, ils furent refaits par Pierre Affre qui remplaça les aiguières par des couleuvres. Ce n'est qu'au XIXe siècle que les marmousets furent légèrement modifiés pour ne plus attenter à la pudeur. D'autres éléments furent ajoutés ou remplacés au cours des siècles (ce qu'illustre la multiplication des dates sur les diverses parties de la fontaine).
Symbole de l'évergétisme des capitouls, durant des siècles cette fontaine fut la seule à donner de l'eau dans Toulouse, complétée par des puits (souvent infectés) et des porteurs d'eau s'approvisionnant dans la Garonne. L'usure spectaculaire de sa margelle de pierre témoigne de son utilisation prolongée et intensive.

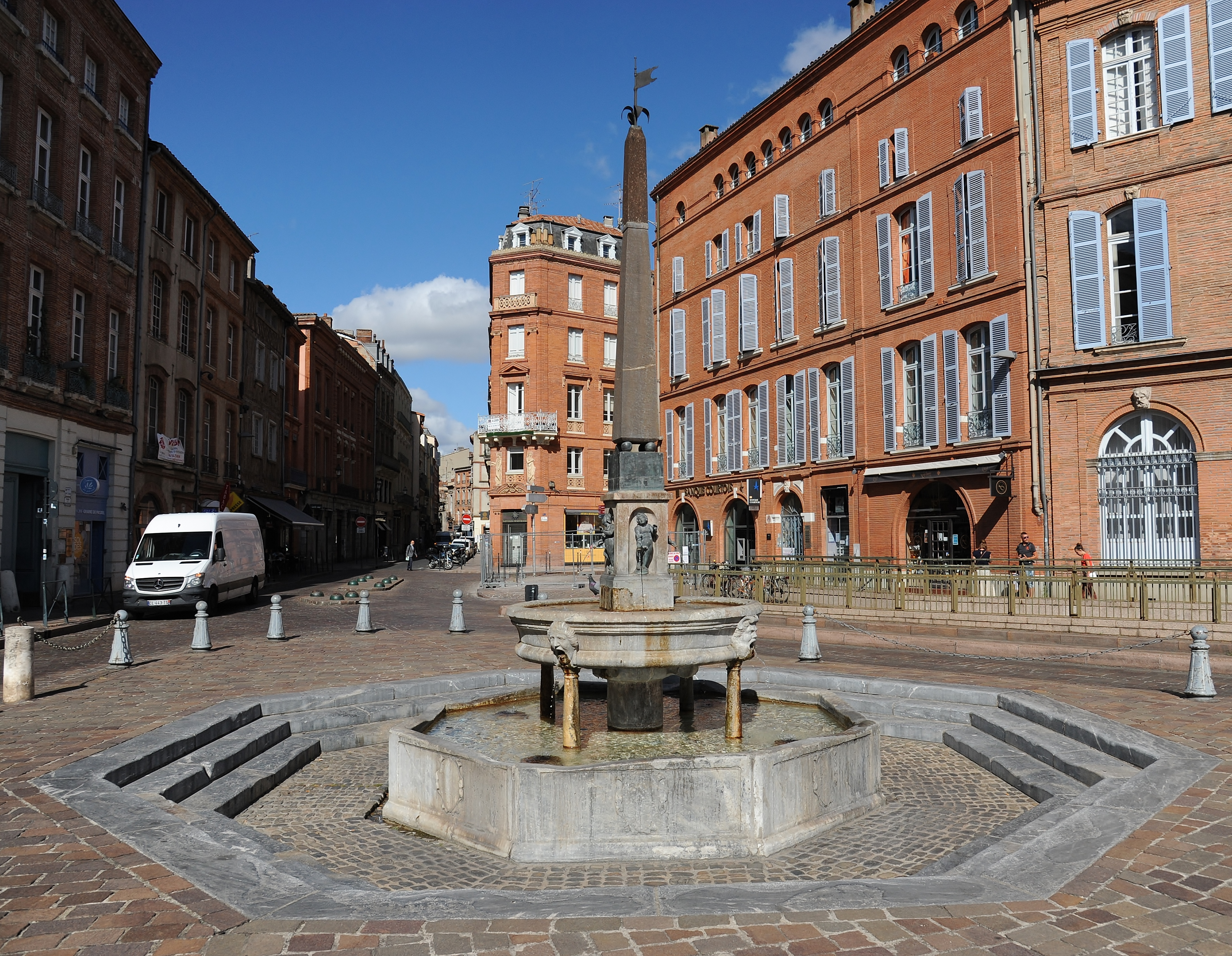
La fontaine du Griffoul.
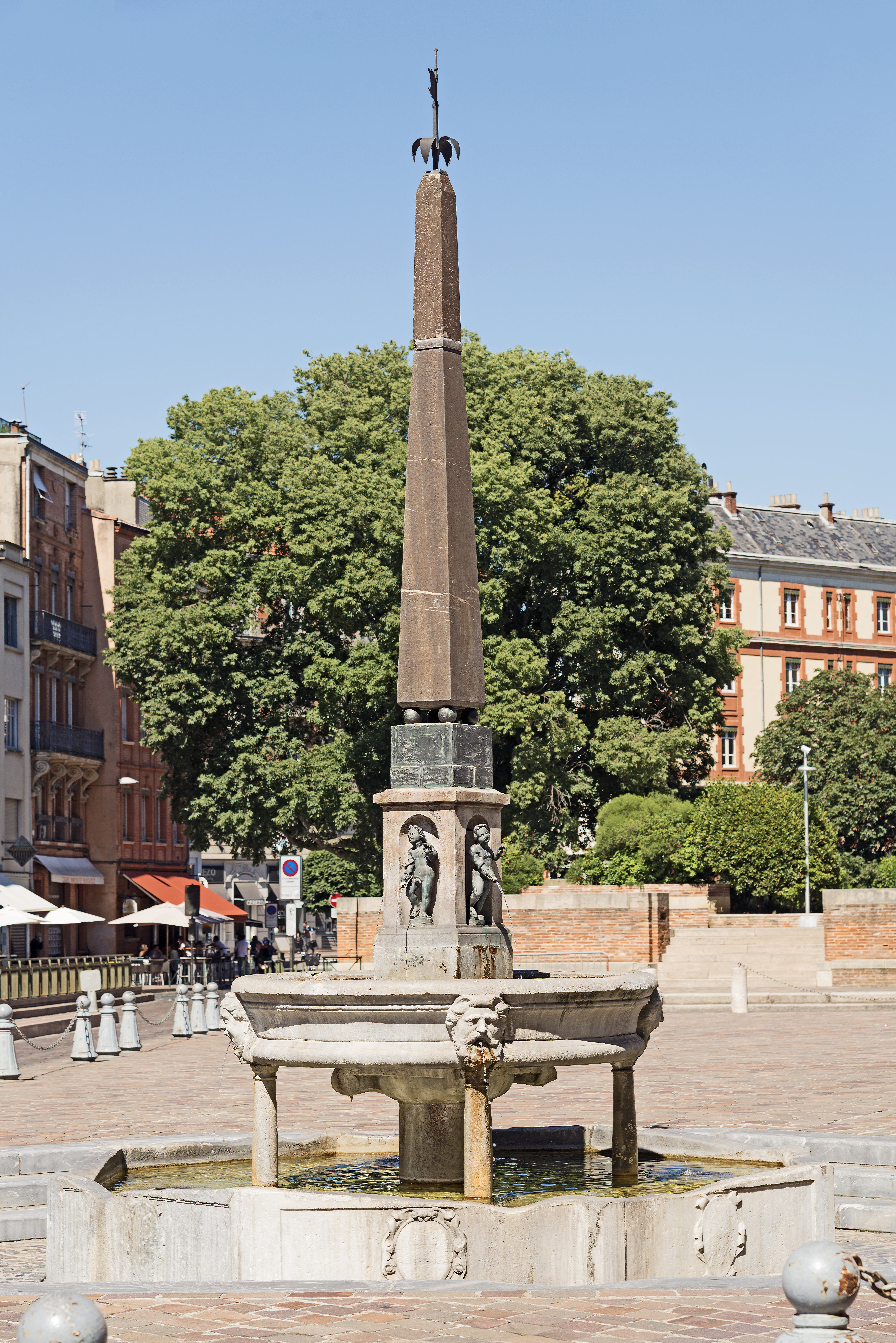
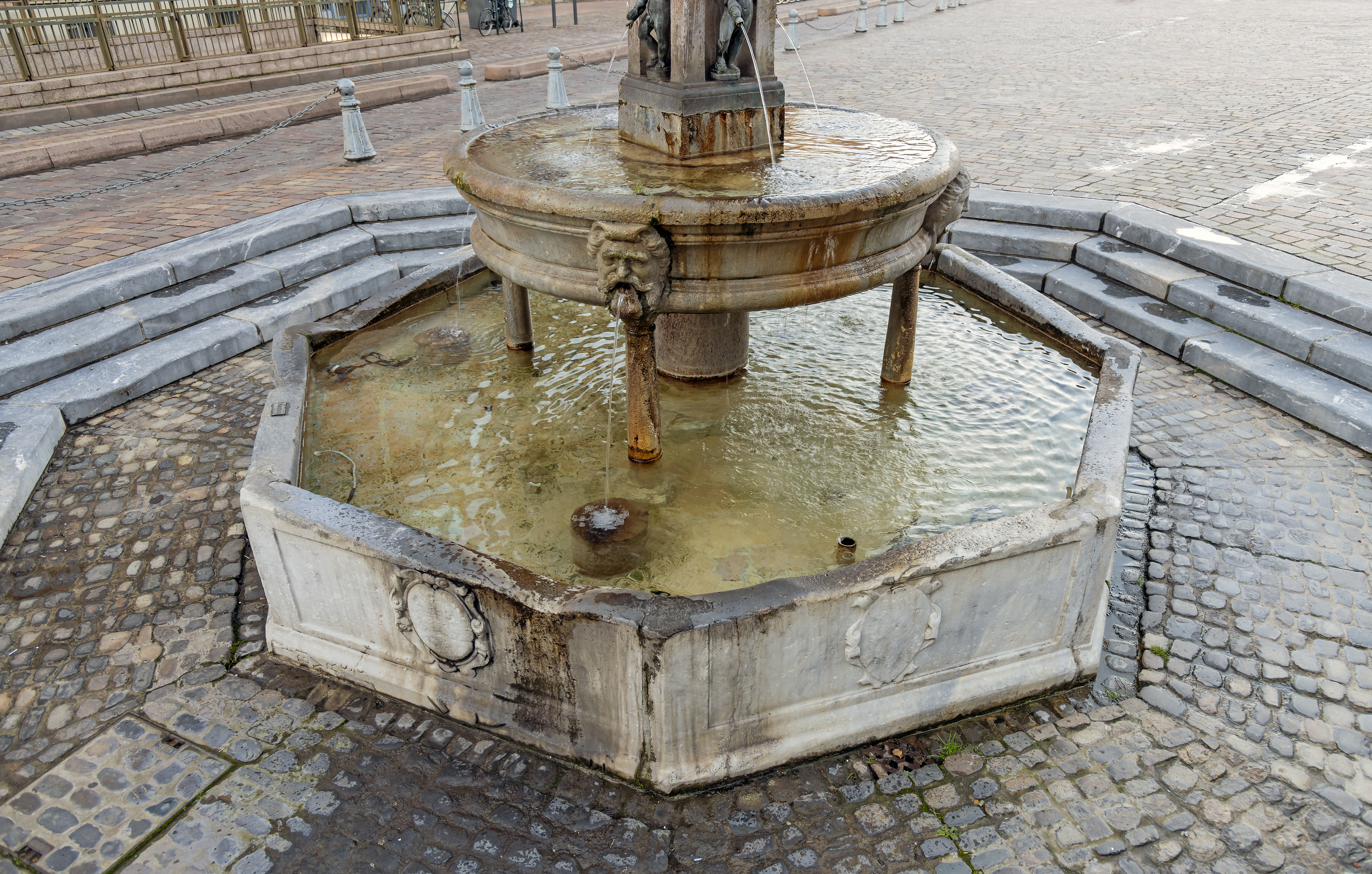
Détail de la cuve et de la vasque.
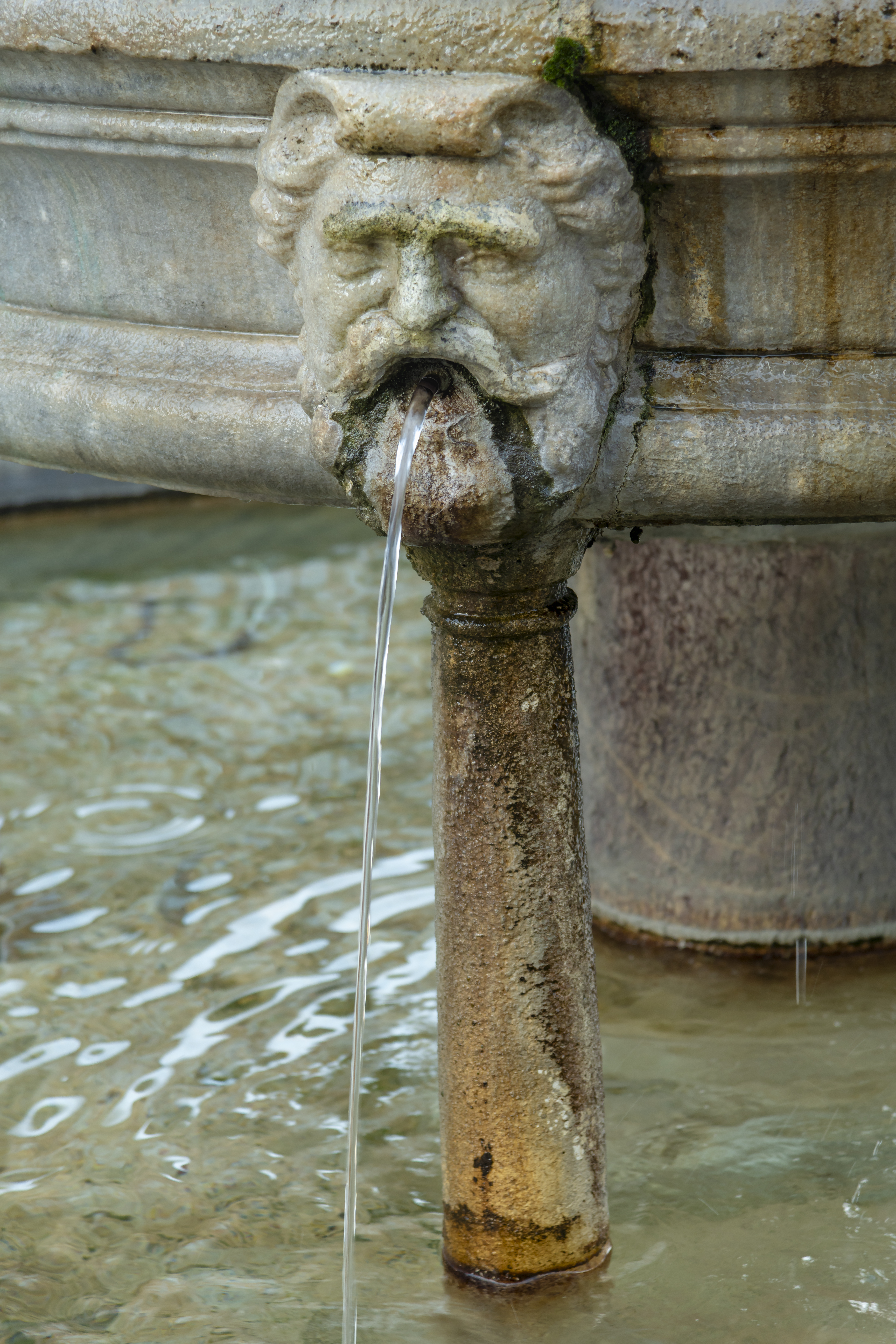
Mascaron et colonnette.
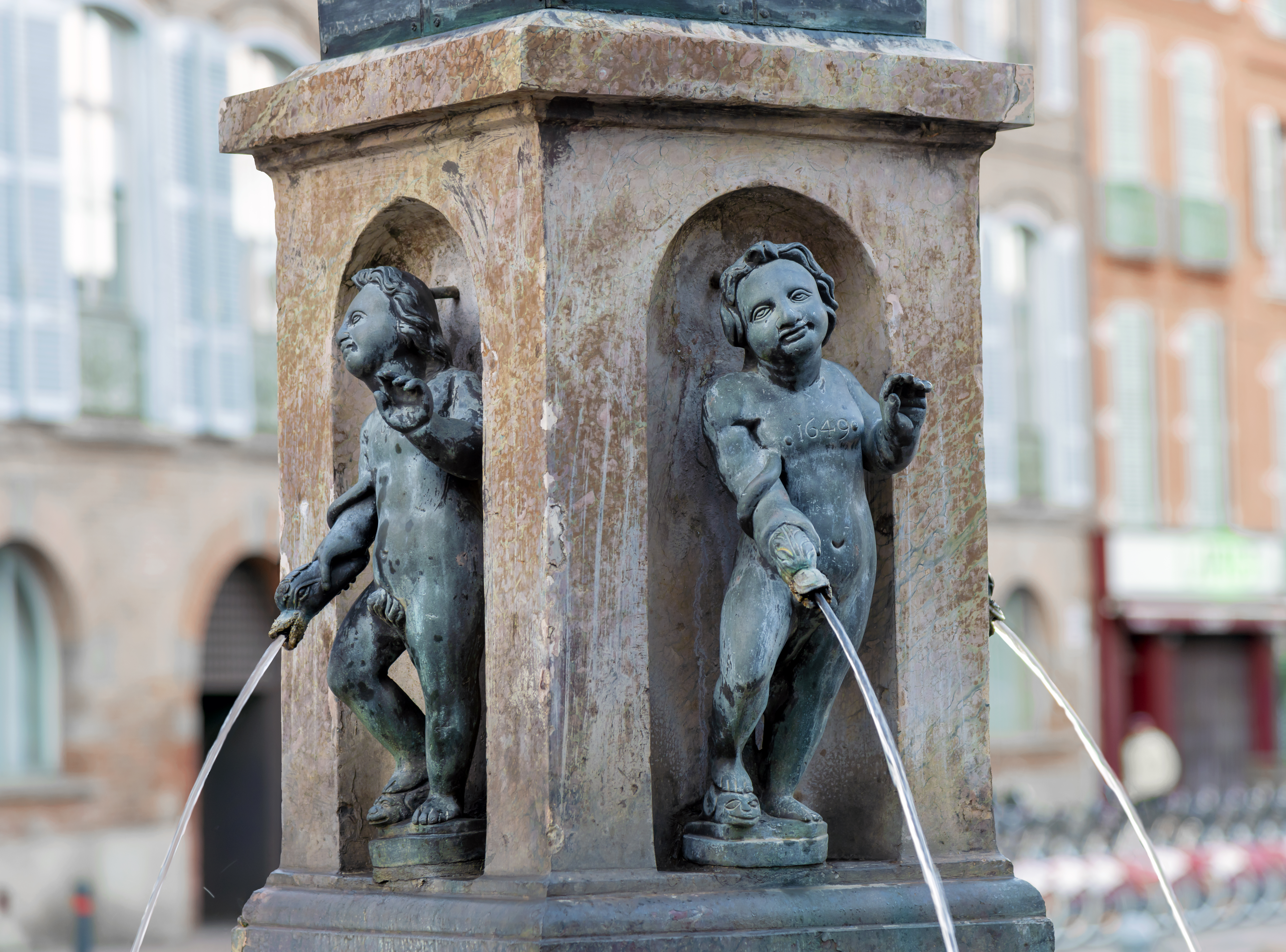
Les marmousets de bronze.

## Le Pont-Neuf
Tout au long de son histoire, Toulouse fut la base arrière des opérations militaires contre l'Espagne et des troupes qui gardaient la frontière. À la Renaissance, cela lui valait la présence d'un important arsenal.
C'est en 1541 sous l'impulsion de François Ier, qui avait quelques raisons de se méfier de l'Espagne conquérante de Charles Quint, que la construction du Pont-Neuf fut décidée dans le but stratégique d'assurer le passage des troupes d'un côté à l'autre de la Garonne par n'importe quel temps. Le roi autorisa à cet effet la levée d'un impôt spécial sur la région, mais l'argent vint souvent à manquer et sa construction commencée avant 1545 ne permit une mise en service qu'en 1632 et une inauguration par Louis XIV qu'en 1659.
Les grands maîtres actifs à Toulouse au début du chantier, le sculpteur Jean Rancy, le peintre Bernard Nalot, les architectes Louis Privat, Nicolas Bachelier, puis Dominique Bertin et Dominique Bachelier côtoyèrent des experts en ingénierie hydraulique appelés pour la mise au point de nouveaux procédés de fondation en milieu aquatique. Plus tard, Pierre Souffron y rencontra les jeunes Jacques Lemercier et François Mansart. Ce chantier fut donc un lieu d'émulation, d'échange et de formation, au rayonnement national et même européen : à la demande du roi Philippe II d'Espagne, Dominique Bachelier se rendit à Saragosse en 1584 pour la réparation du pont réunissant les rives de l'Èbre. Le Pont-Neuf fit la preuve de sa solidité et de la pertinence des partis techniques retenus en étant le seul pont de Toulouse à résister à la grande crue de la Garonne en 1875.
L'architecte Jacques Lemercier, qui donna une impulsion décisive à la construction et généralisa les vastes arches en anse de panier permettant de franchir le fleuve sans dénivelé excessif, fit la synthèse entre des ponts de l'Antiquité romaine, pour l'emploi des becs superposés destinés à écarter le courant et pour les ouvertures sur les piles, et des ouvrages de la Renaissance italienne tels le pont Sisto de Rome pour ses oculus ou le pont Santa Trinita à Florence pour le surbaissement des arches. Enfin par la suppression de l’habitat sur le pont, il rompit définitivement avec le passé en livrant le tablier tout entier à la circulation, comme au pont Neuf de Paris et au pont Henri-IV de Châtellerault. Avec eux, le pont de Toulouse appartient à une nouvelle génération d’ouvrages novateurs.
Le Pont-Neuf fut donc la grande ambition de la Renaissance toulousaine, tant en raison de l'ampleur et de la difficulté du projet que pour les compétences réunies sur près d'un siècle, qui firent du chantier une aventure humaine et technique exceptionnelle. Son importance symbolique fut exploitée par le pouvoir royal : Henri  IV voulut y exposer son effigie sculptée, alors que le portrait équestre de Louis XIII couronnait l'arc de triomphe qui se dressa jusqu'au XIXe siècle à l'entrée du pont, côté rive gauche.

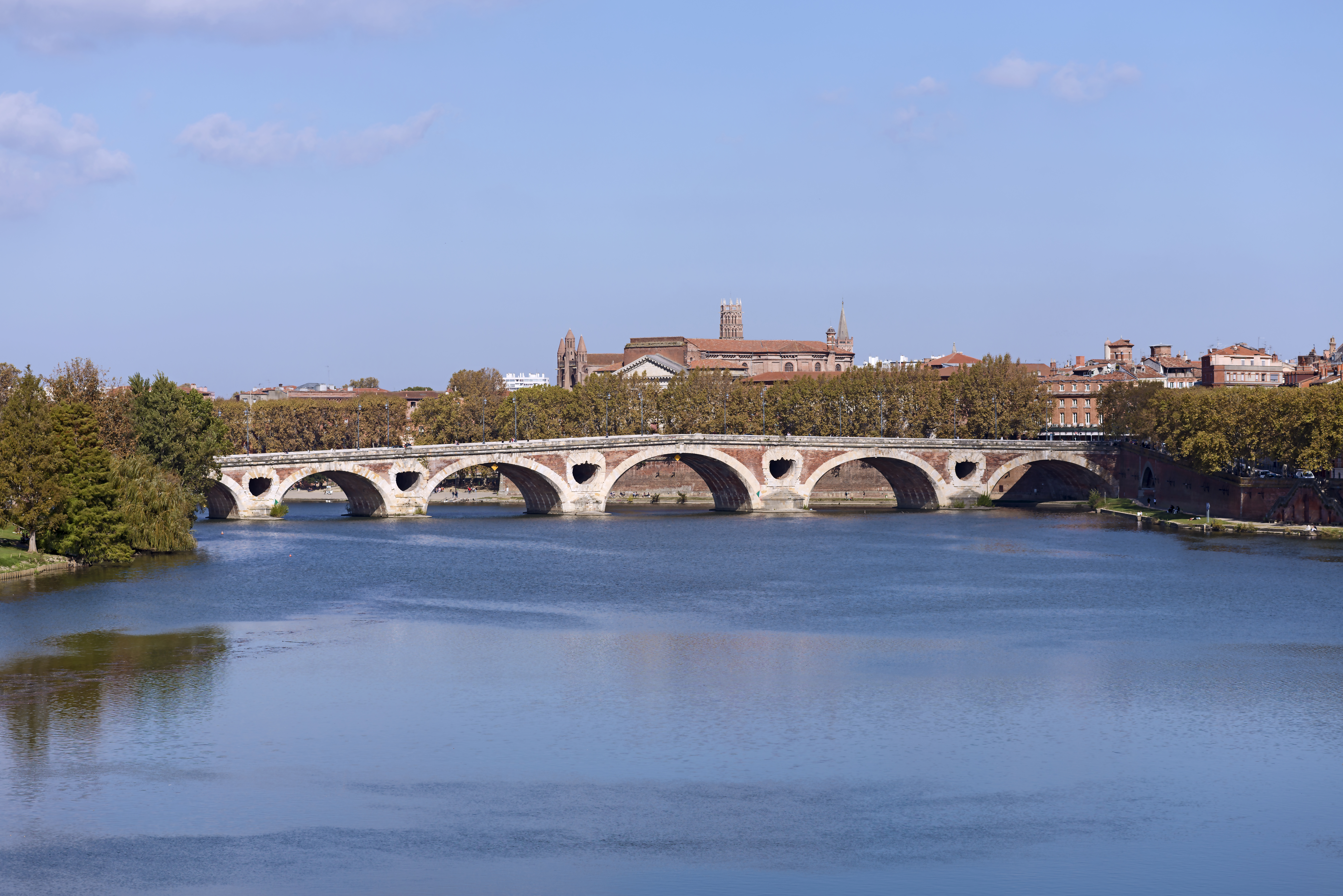
Le Pont-Neuf permet de franchir les 220 mètres du fleuve. Il fut, jusqu'à l'ouverture du Pont de pierre à Bordeaux en 1822, le seul pont permanent sur la Garonne.
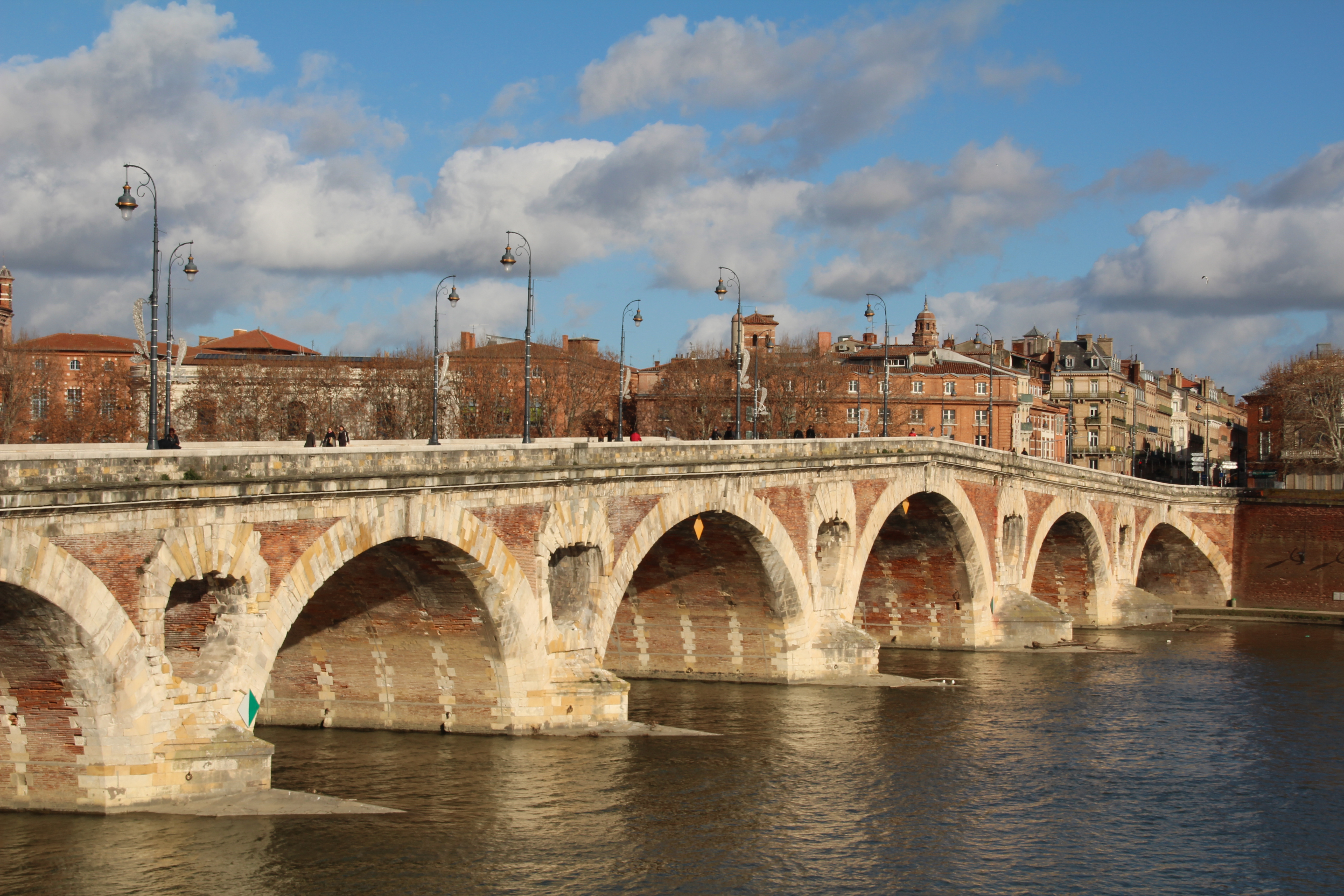
Ses arches en forme d'anse de panier, c'est-à-dire plus larges que hautes, autorisent moins de piles et/ou un dénivelé plus modéré.
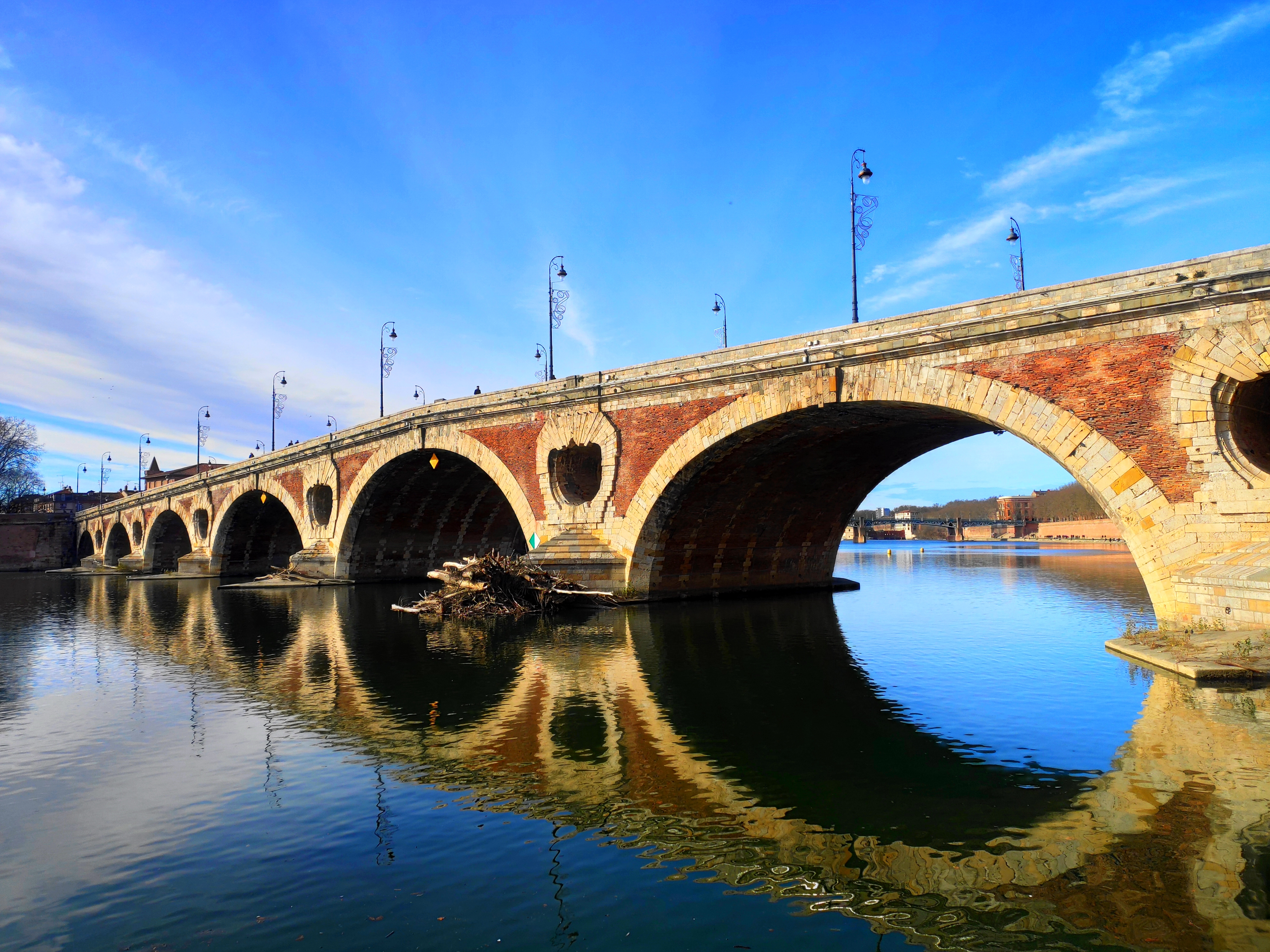
La plus grande des sept arches a une portée de 37 mètres.
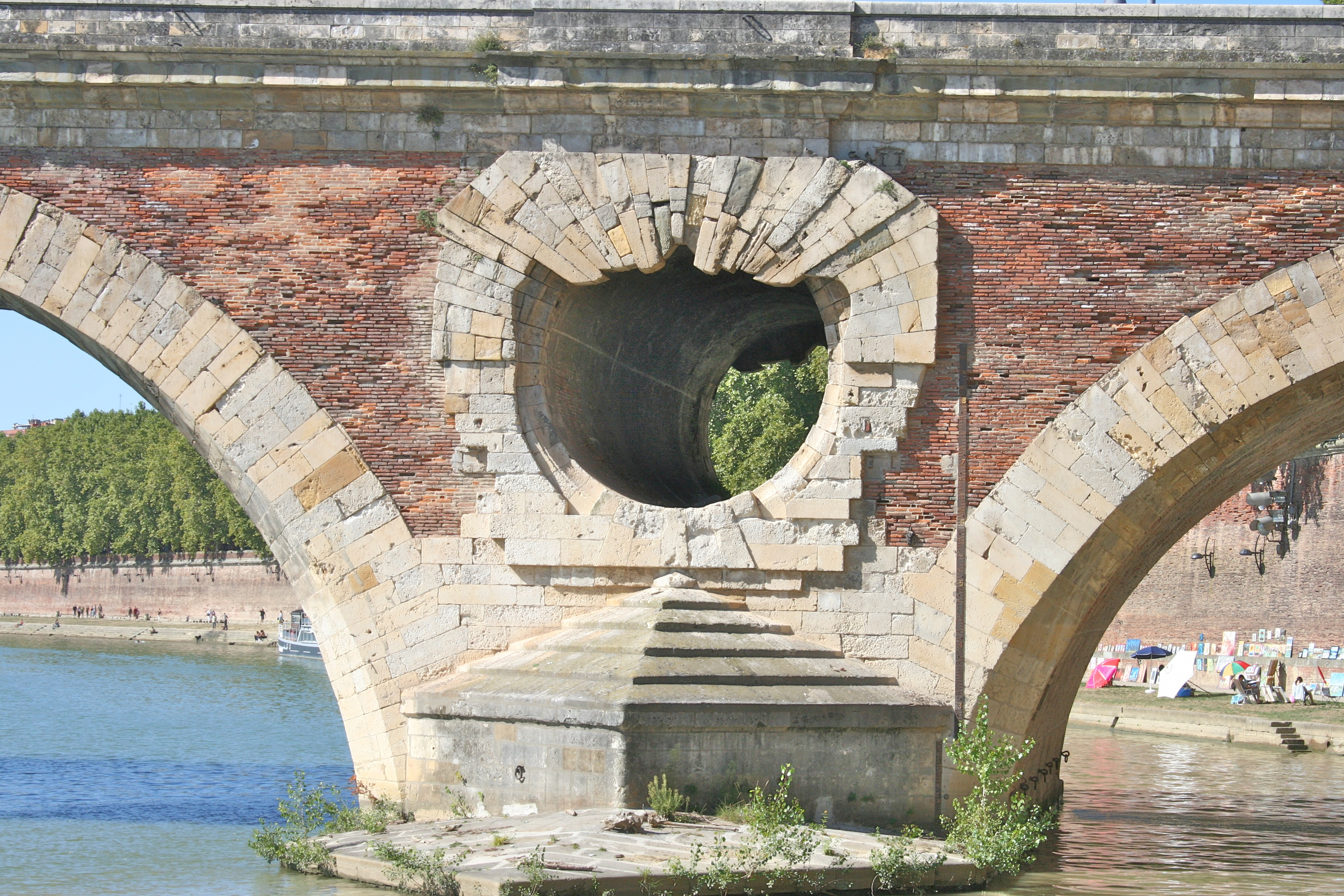
Le pont est équipé de crêtes en avant de chaque pile pour séparer les flots, et de dégueuloirs permettant à l'eau de passer même lorsqu'elle atteint le haut des arches.
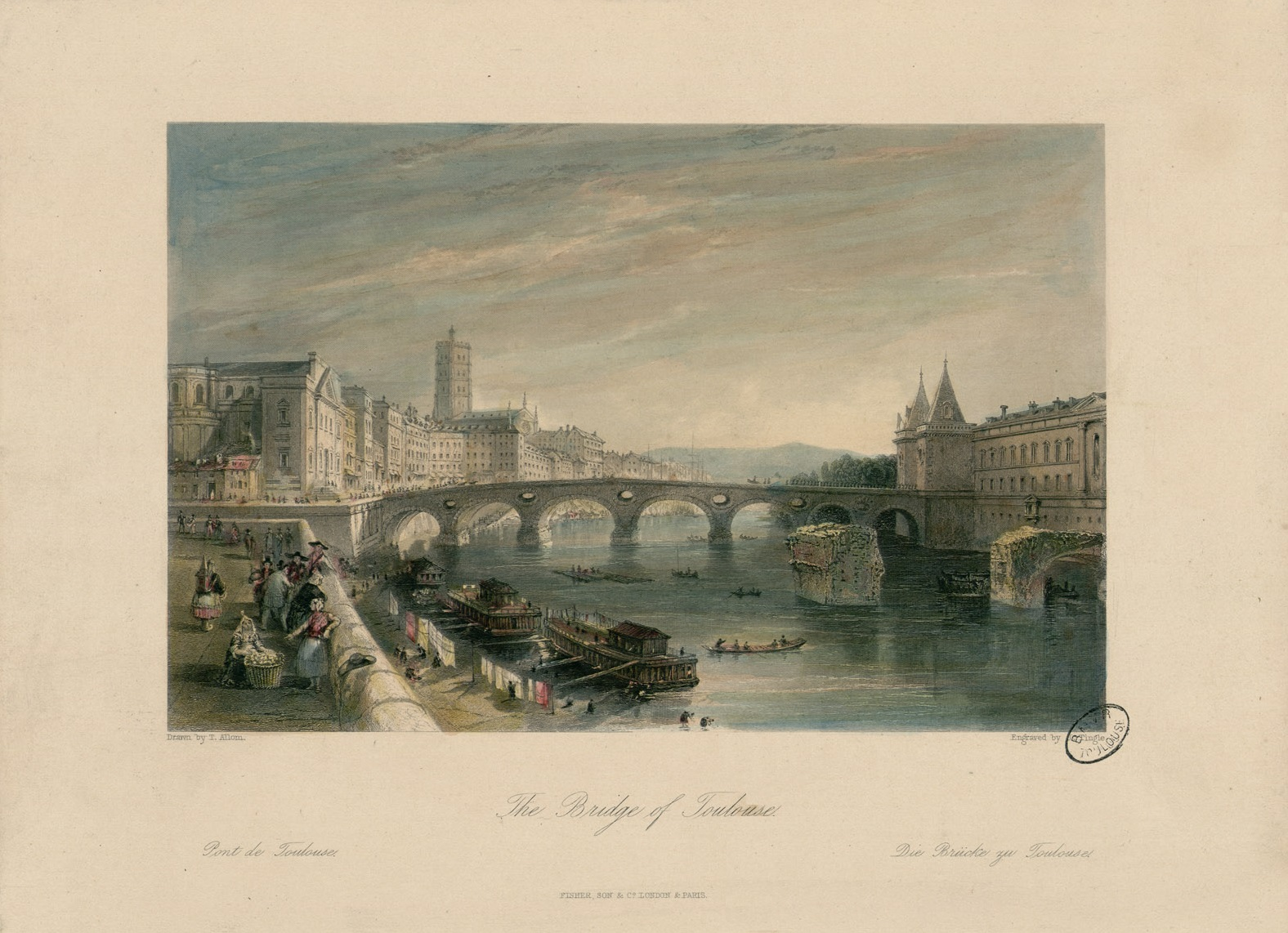
Ce dessin montre les pavillons encadrant l'arc de triomphe (à droite), ils furent détruits au XIXe siècle pour faire plus de place à la circulation.
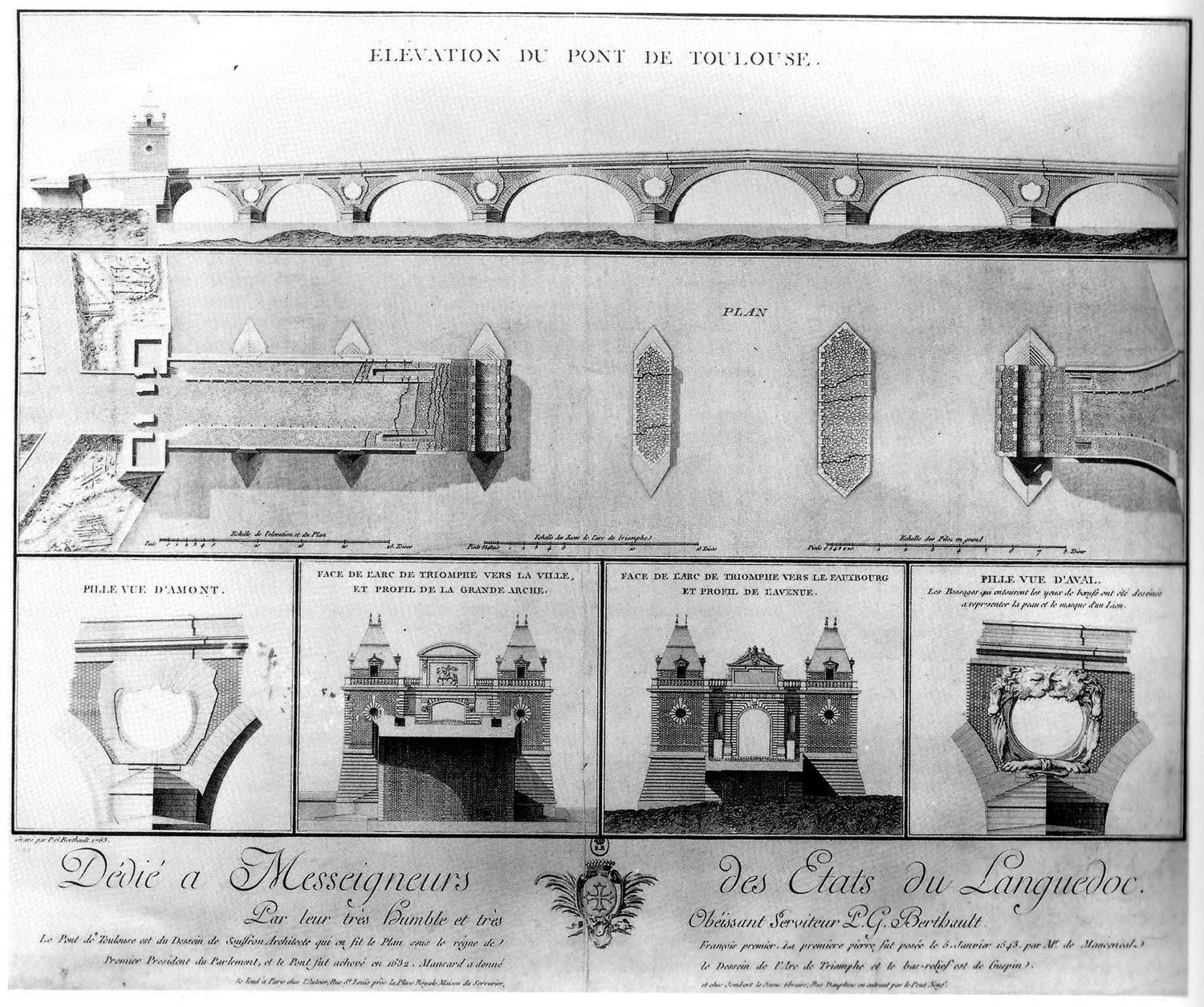
Gravure de 1783 montrant la coupe du pont, l'arc de triomphe démoli et les décorations prévues.

## Les hôtels particuliers
C'est par la diffusion de gravures des monuments de Rome ainsi que par la parution de traités d'architecture tels ceux de Serlio, d'Alberti ou de Vitruve, que le vocabulaire architectural « à l'antique » qui s'était développé en Italie au Quattrocento (XVe siècle) fit son apparition dans l'architecture privée toulousaine dès les premières décennies du XVIe siècle. Se caractérisant d'abord par un décor « Première Renaissance » inspiré du val de Loire, il s'engagea ensuite dans un développement classique qui connut un épanouissement spectaculaire à l'hôtel d'Assézat. Parallèlement, des influences maniéristes venues des châteaux royaux de Madrid, du Louvre et de Fontainebleau s’exercèrent sur l'architecture toulousaine jusque dans les années 1610-1620.

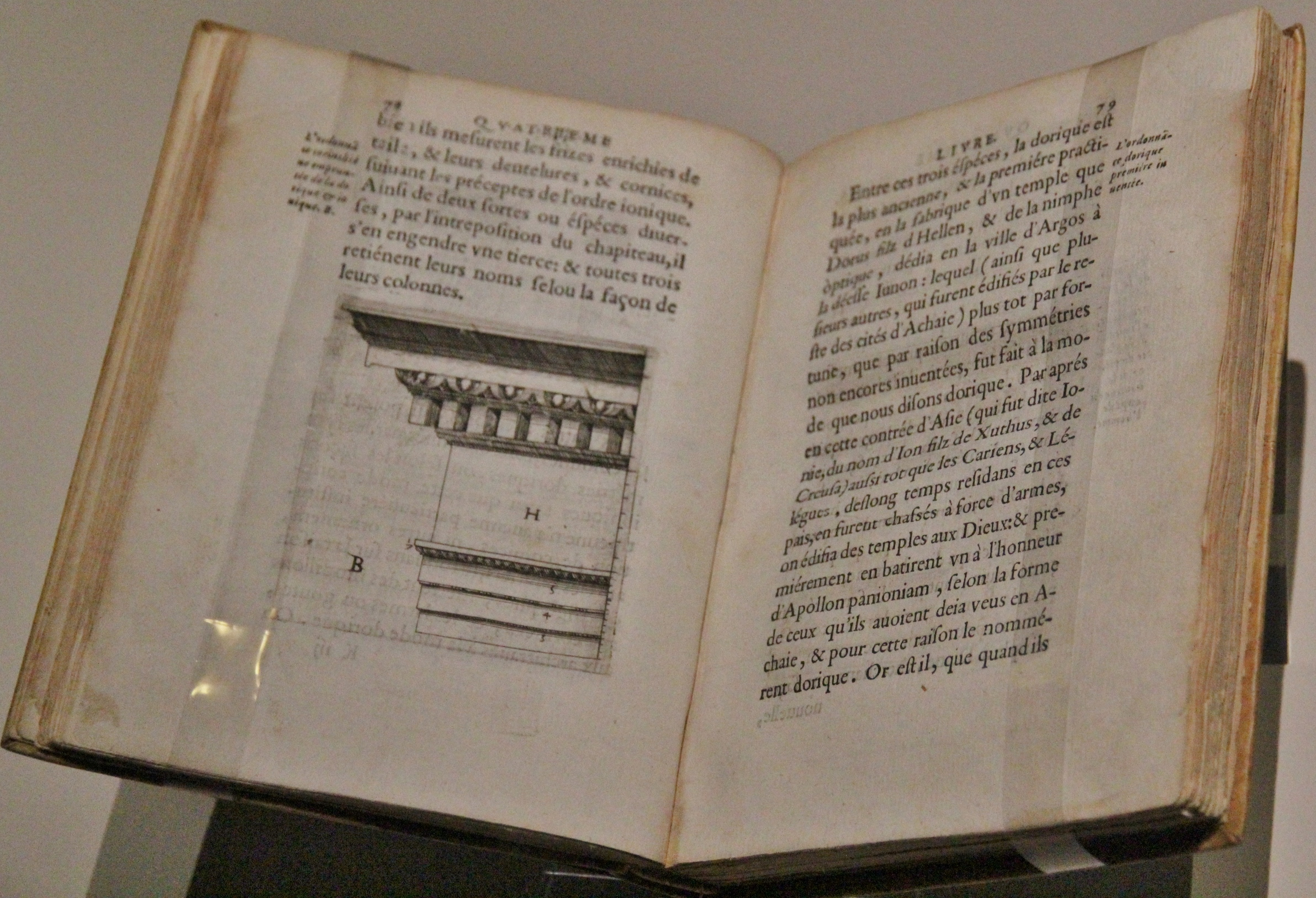
L'architecte Dominique Bertin réalisa une édition toulousaine de Vitruve, illustrée et commentée pour rendre son contenu plus accessible aux artisans, 1556-1559 (en ligne).

Des architectes comme Louis Privat, Nicolas Bachelier, puis Dominique Bachelier, Dominique Bertin ou encore Pierre Souffron édifièrent des hôtels prestigieux pour des commanditaires exigeants qui attendaient d'eux qu'ils soient au fait des dernières nouveautés, la mode royale étant particulièrement scrutée.
Mais les architectes n'étaient pas les seuls dépositaires de la culture architecturale, des personnalités du milieu humaniste toulousain intervenaient également sur les chantiers. Le jurisconsulte Jean de Boyssoné, son cousin Jean Albert, prieur de La Réole, et le poète et homme de droit Pierre Trassebot se distinguèrent par leur conception de l'architecture « à l'antique ». Des années avant les premières publications de Serlio (1537), la traduction de Sagredo en français (1536) ou les réalisations de Philibert Delorme à Lyon (1536) réputées avoir été à l'origine de la diffusion de l'architecture dite « classique » en France, dès 1528-1537 l'humaniste Jean de Pins, évêque de Rieux et brillant diplomate, réalisa la première utilisation des ordres d'architecture à Toulouse (ordre ionique) lors de la construction de son hôtel.
Réputés pour la qualité de leur architecture, les hôtels particuliers de la Renaissance toulousaine parvenus jusqu'à notre époque témoignent de la vitalité et de l'évolution des goûts architecturaux à Toulouse sur plus d'un siècle (1515-1620 environ).

### L'hôtel d'Assézat
Adresse : 7 place d'Assézat.
Pierre Assézat fit fortune dans le commerce du pastel dont il devint l'un des principaux négociants internationaux. De par ses dimensions, son décor exceptionnel et son très bon état de conservation, son hôtel est cité dans toutes les synthèses consacrées à la Renaissance française.
Ce furent le maçon Jean Castagné et l'architecte Nicolas Bachelier qui réalisèrent la première campagne de travaux en 1555-1557, ils édifièrent les deux façades de style classique qui forment le corps principal en L de l'hôtel. Les travées sont délimitées par des colonnes jumelées où se superposent au fil des étages les ordres dorique, ionique et corinthien. S'inspirant des grands modèles antiques comme le Colisée mais aussi des traités de l'architecte royal Serlio, le dessin des chapiteaux reproduit systématiquement l'expression antique la plus sophistiquée connue.
Interrompu par la mort de Bachelier (1556) puis de Castagnié (1557), le chantier fut repris en 1560 par Dominique Bachelier, fils de Nicolas. Privilégiant l'esthétique de l'architecture maniériste et les jeux de polychromie brique-pierre, il ferma la cour en réalisant la loggia et la coursière. Cette dernière, soutenue par de grandes consoles richement décorées, est rythmée d'arcs ornés de pointes de diamant en pierre.
Dominique Bachelier réalisa également le portail d'entrée monumental, tiré du Livre extraordinaire de Serlio. Les pilastres doriques décorés de pointes de diamant, les pilastres ioniques délicatement ornés autour de la fenêtre à meneaux, confèrent à l'ensemble une dimension précieuse, évoquant à la fois la puissance et une érudition délicate.

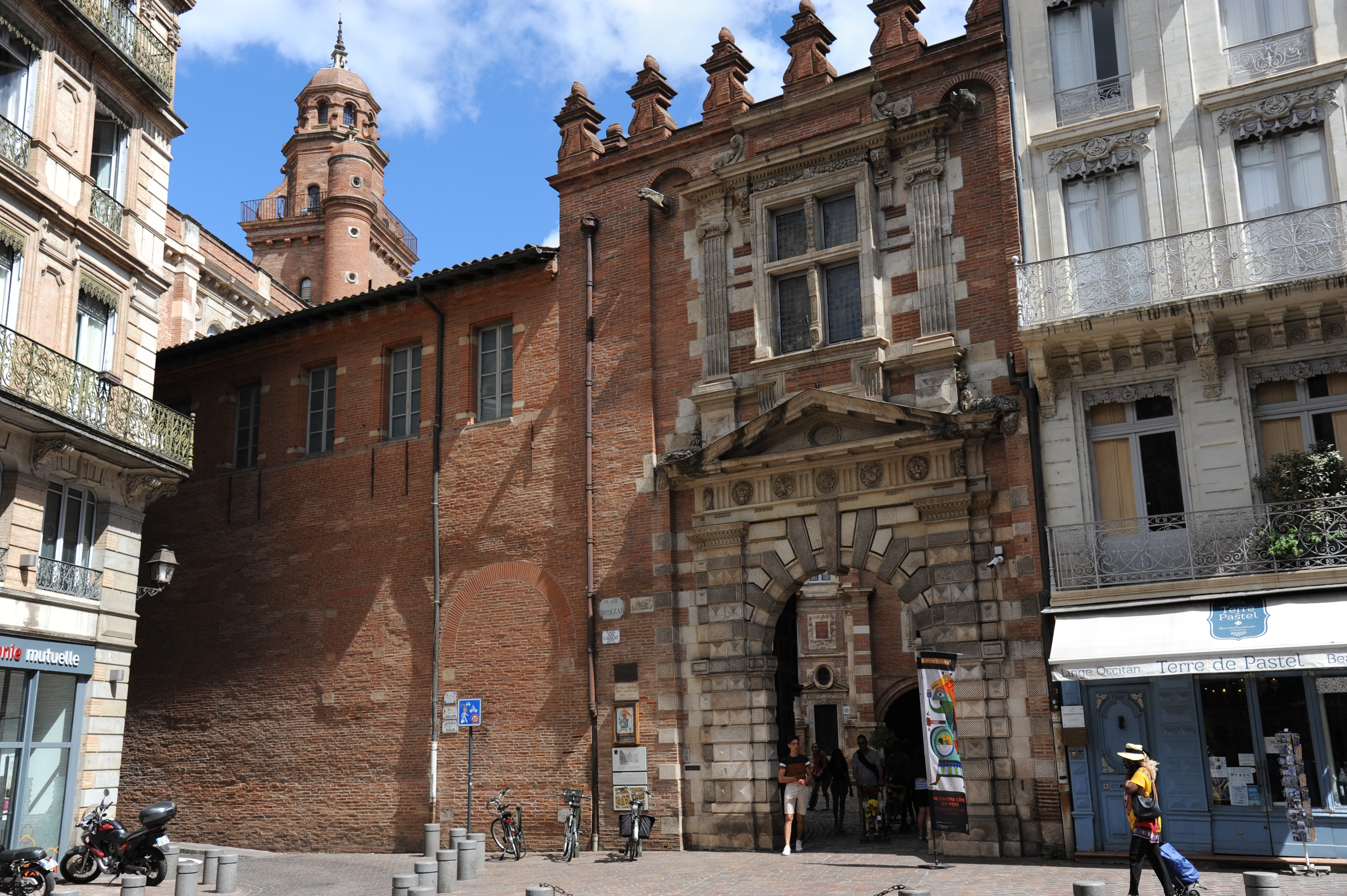
Assézat : façade sur rue.
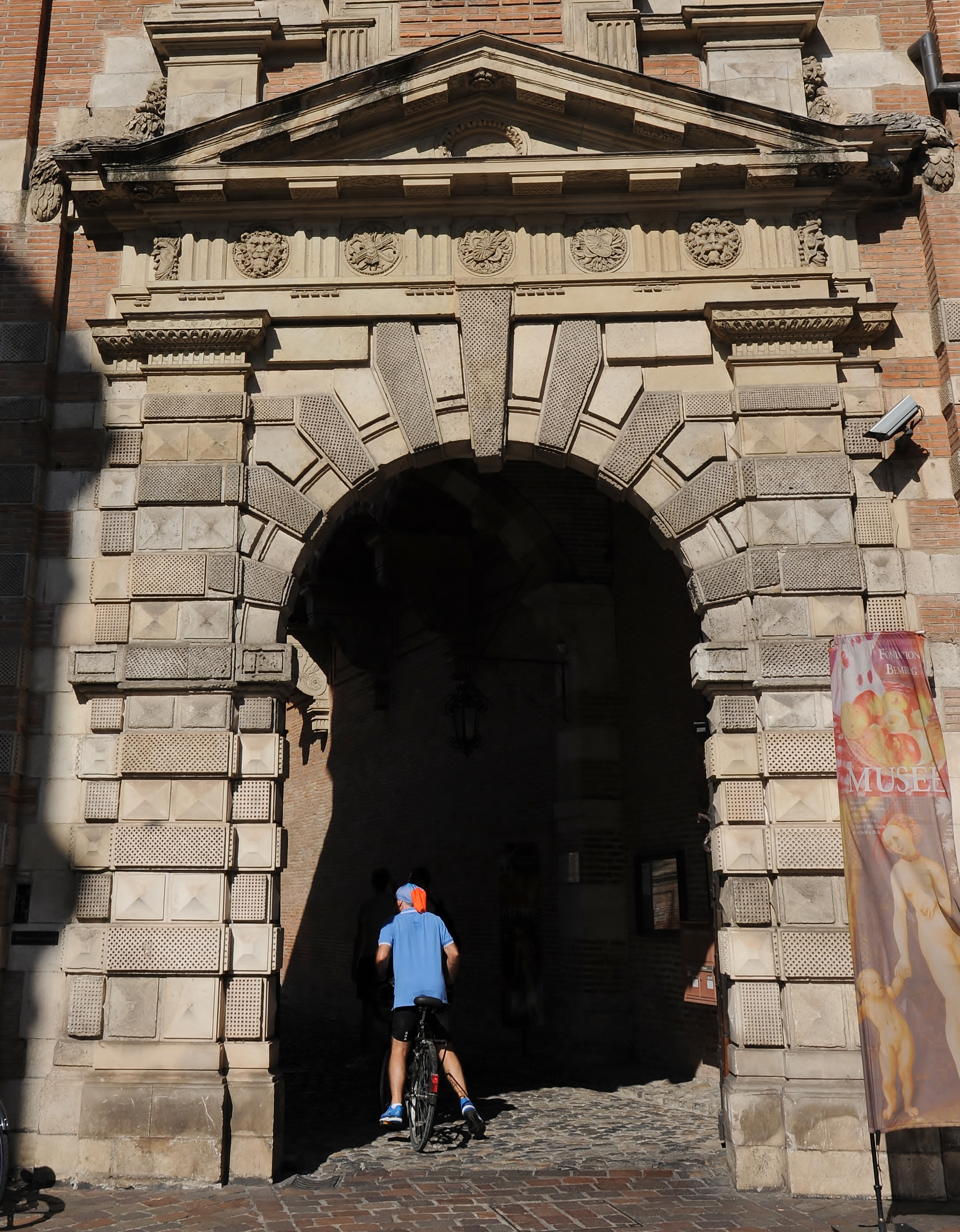
Assézat : portail d'entrée.
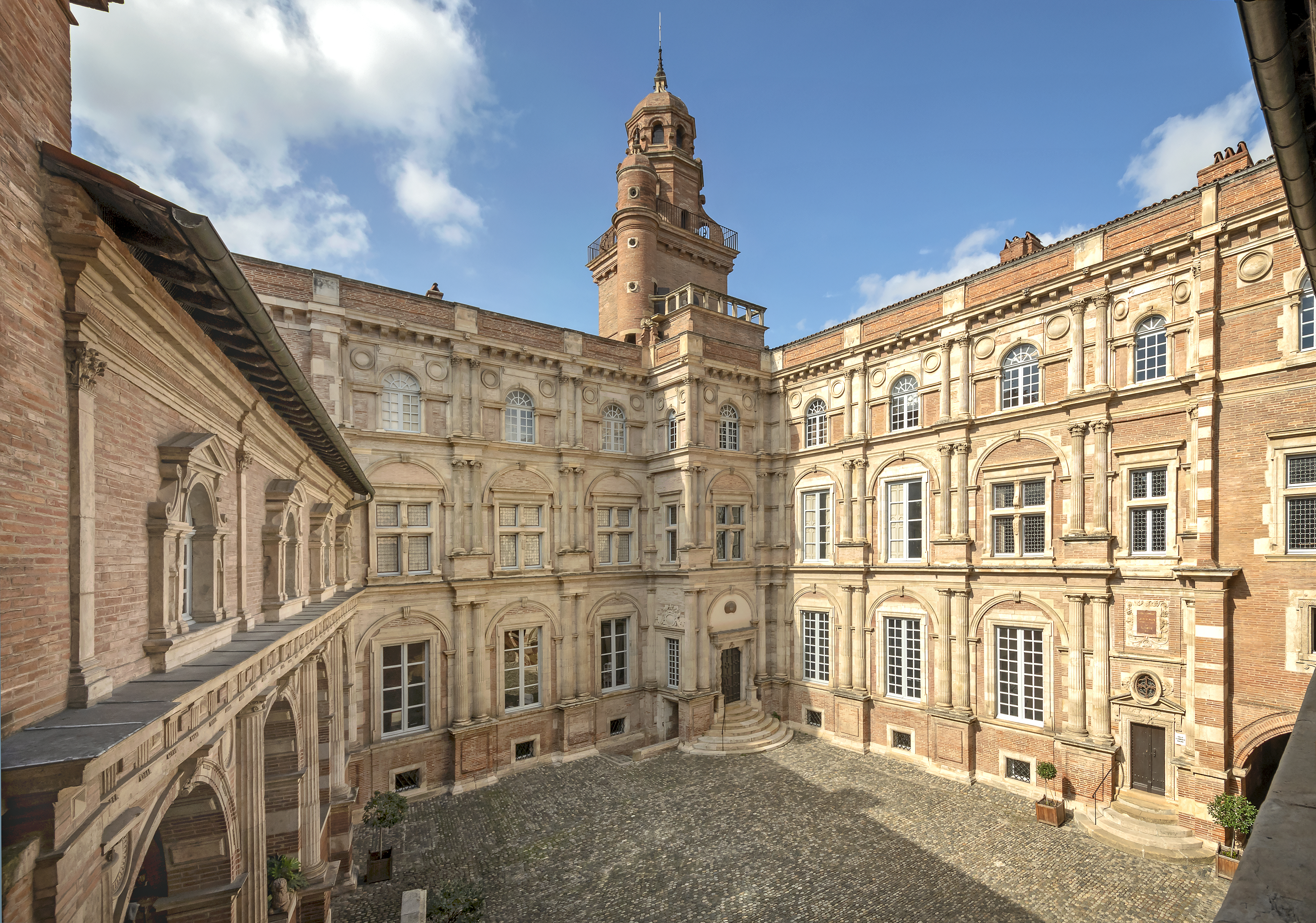
Assézat : cour d'honneur.
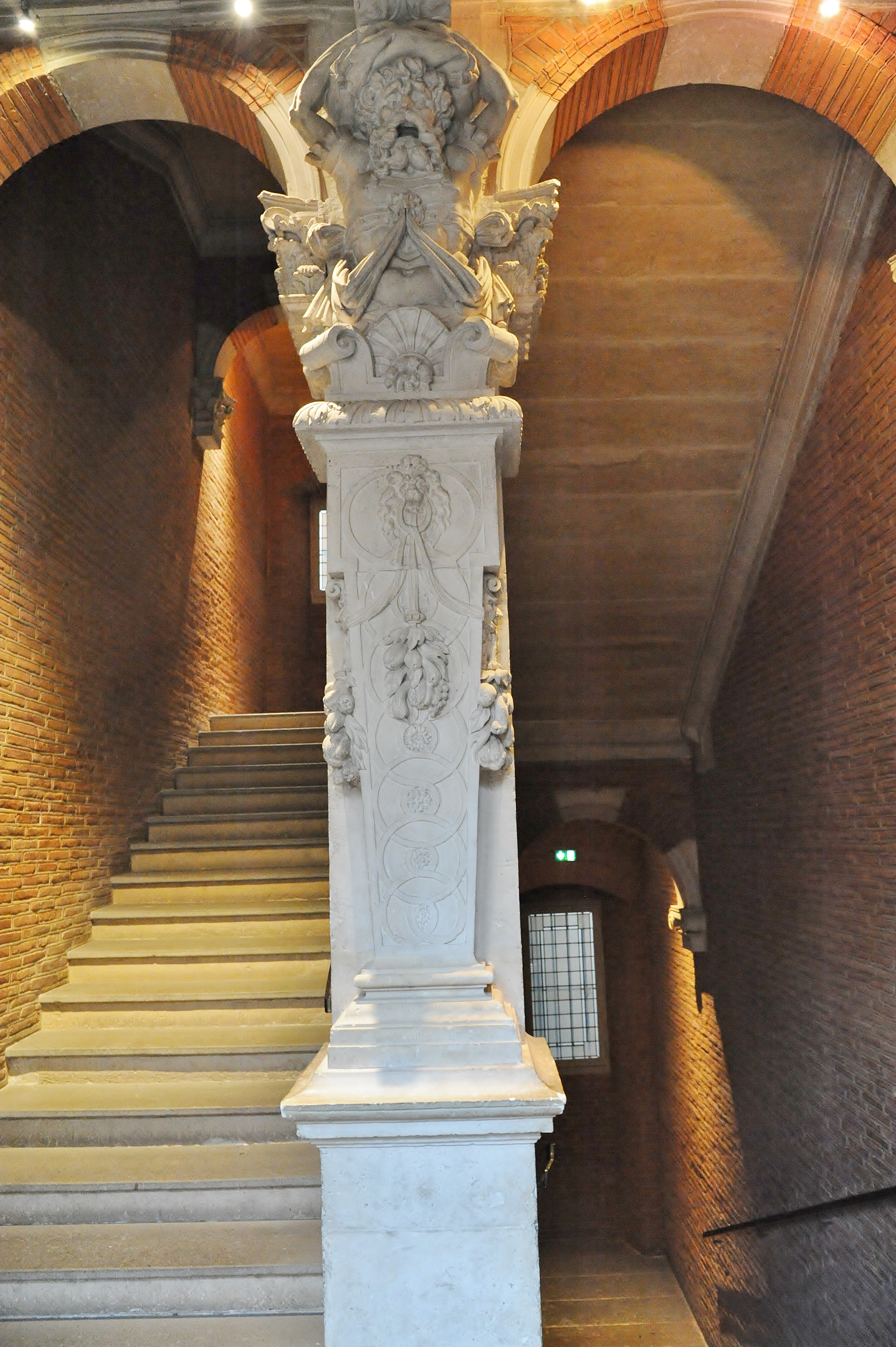
Assézat : escalier d'honneur.
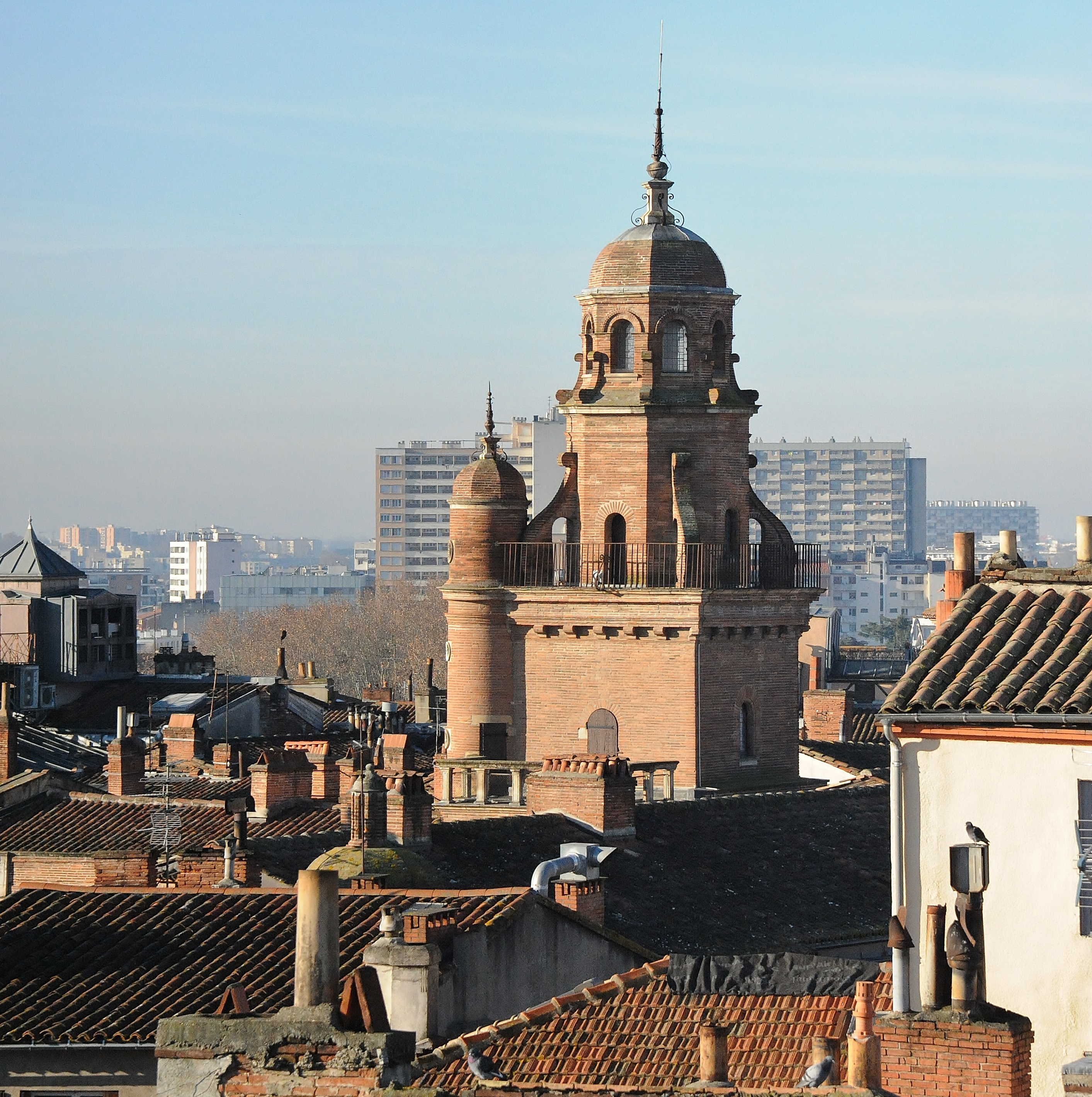
Assézat : sommet de la tour.
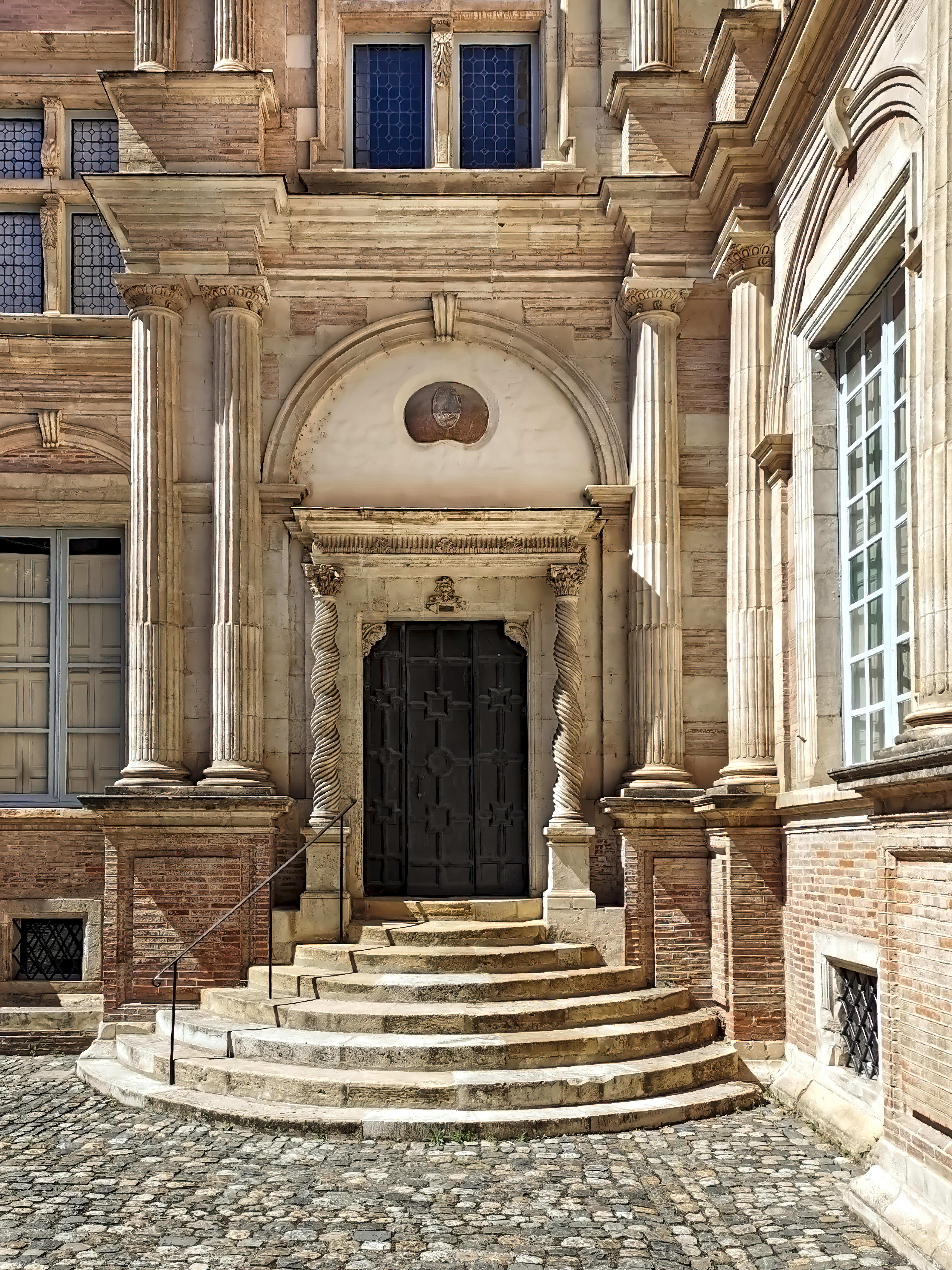
Porte d'entrée ouvrant sur l'escalier.
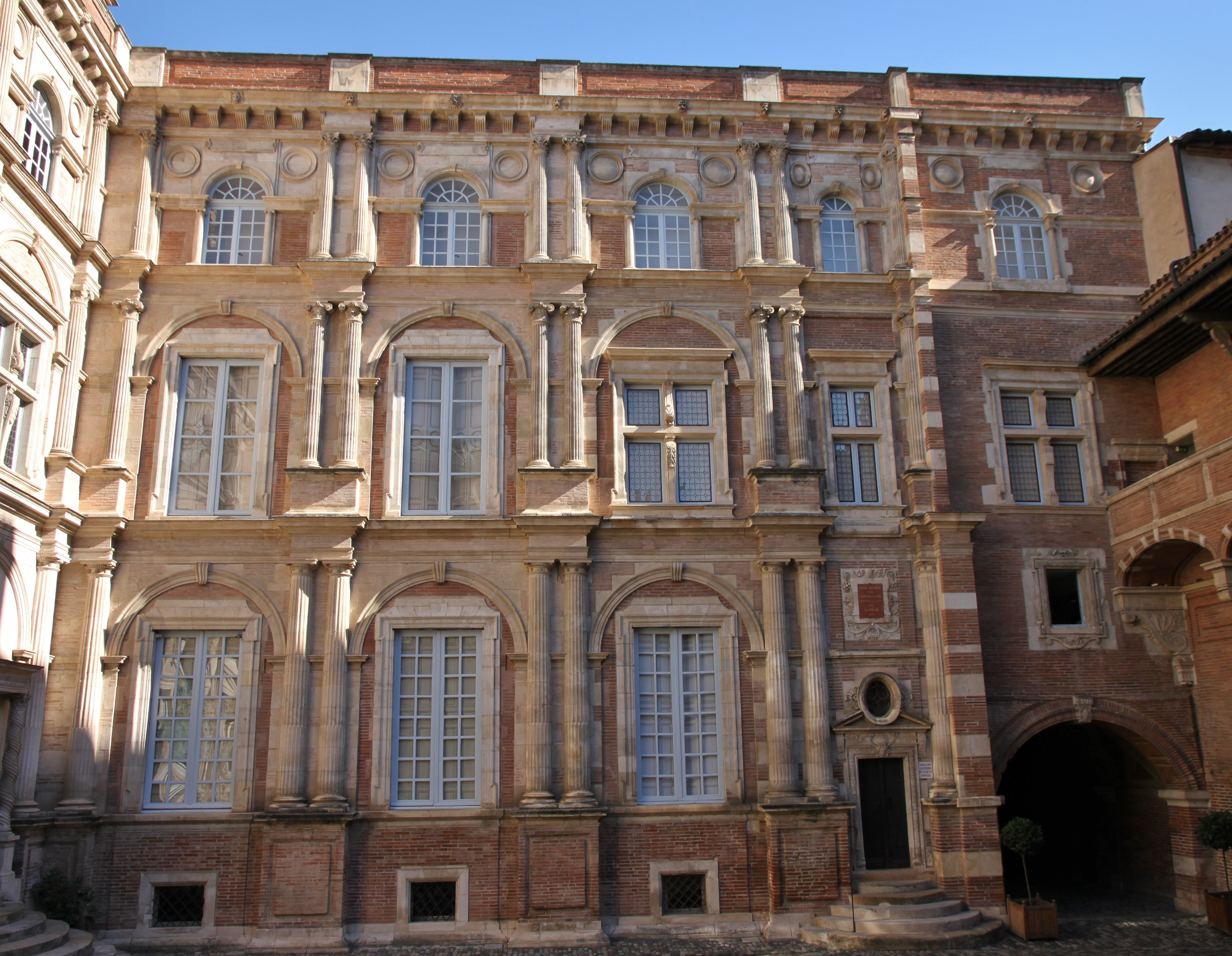
Assézat : façade classique.
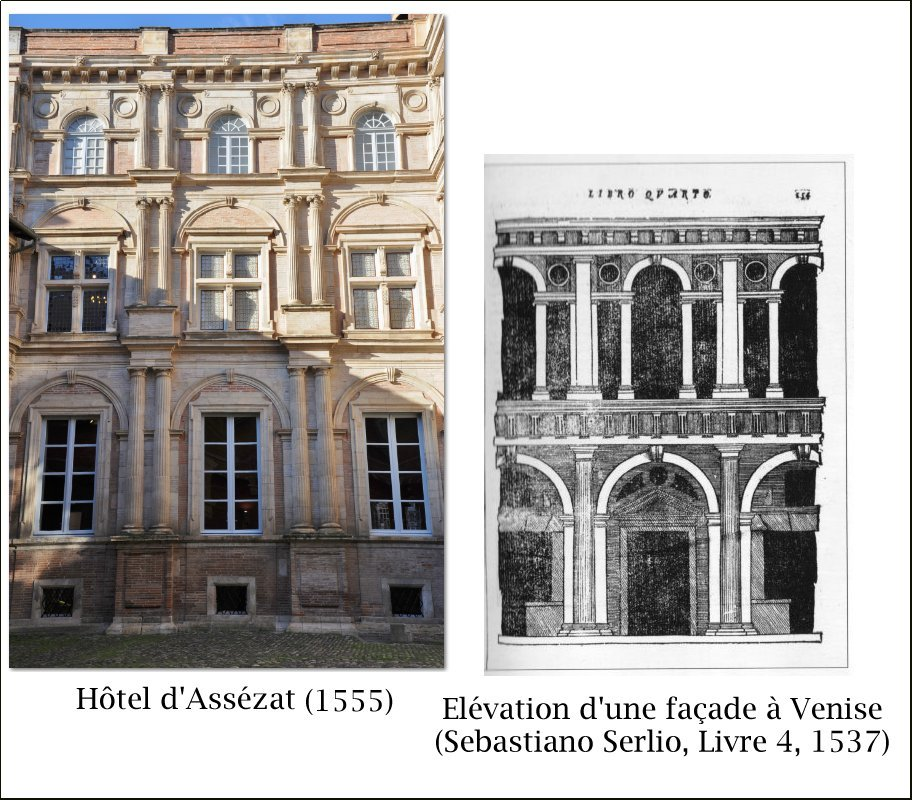
Assézat : montage mettant en évidence l'influence d'une gravure de Serlio.
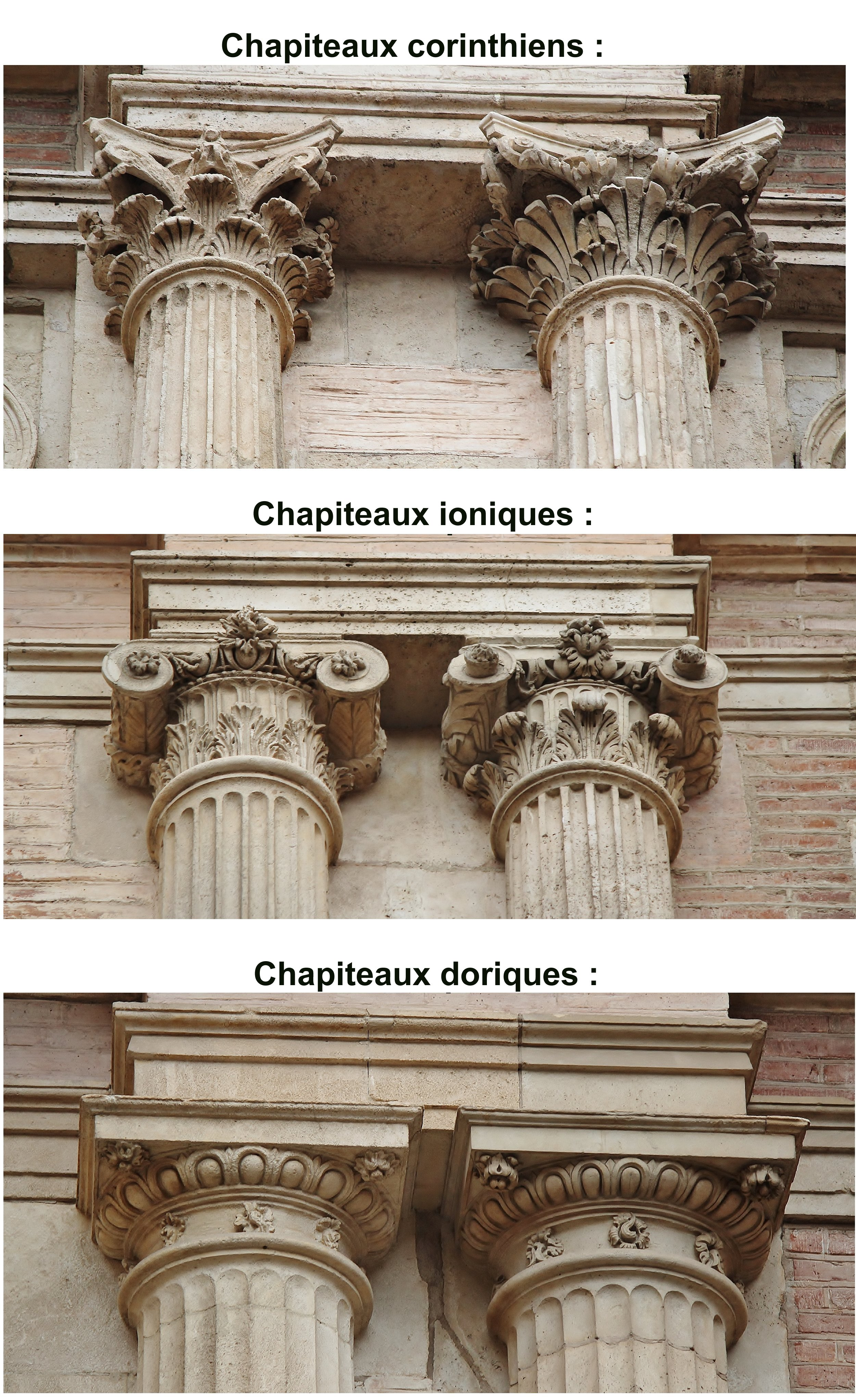
Les chapiteaux.
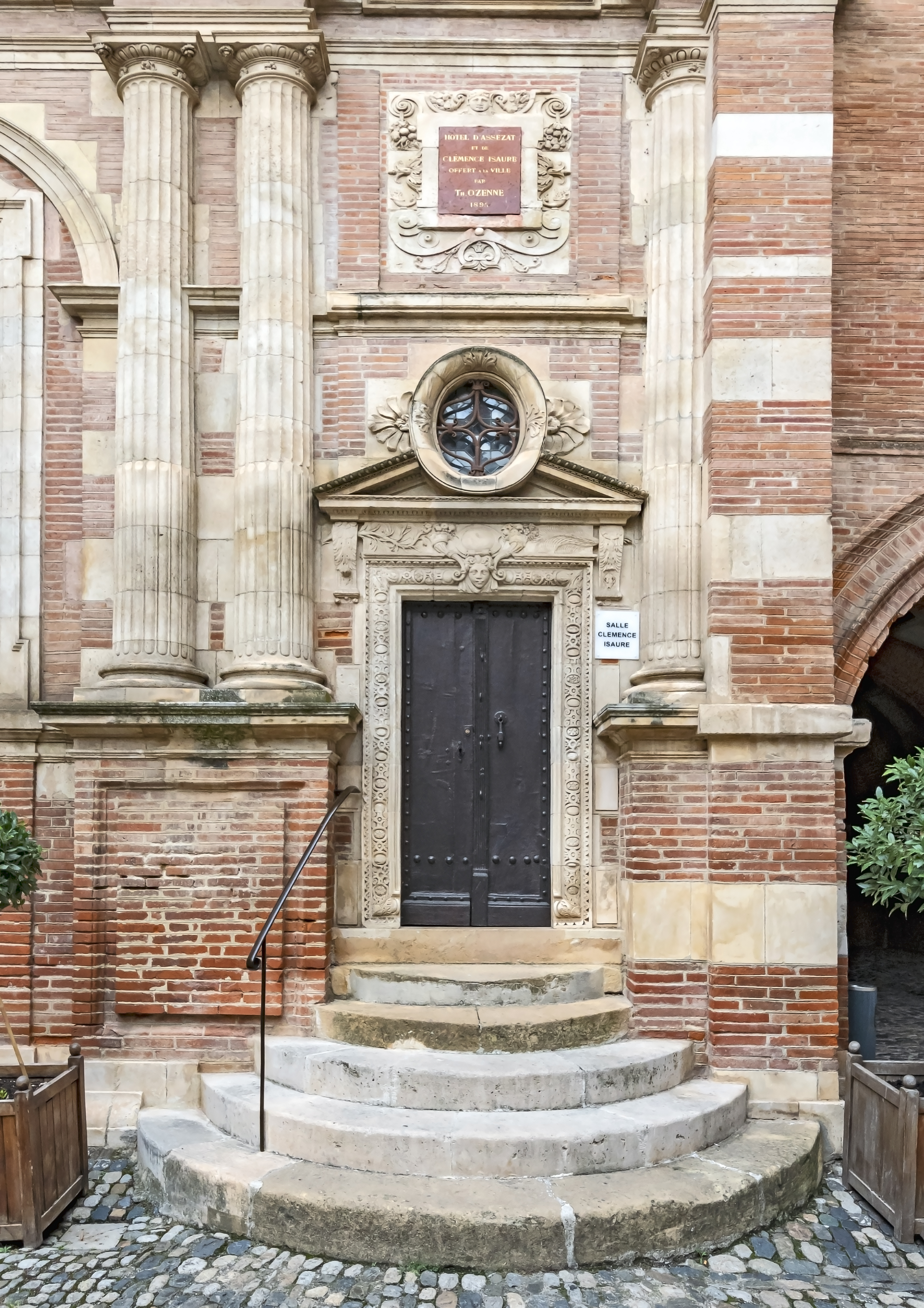
Assézat : porte d'accès au bureau du marchand.
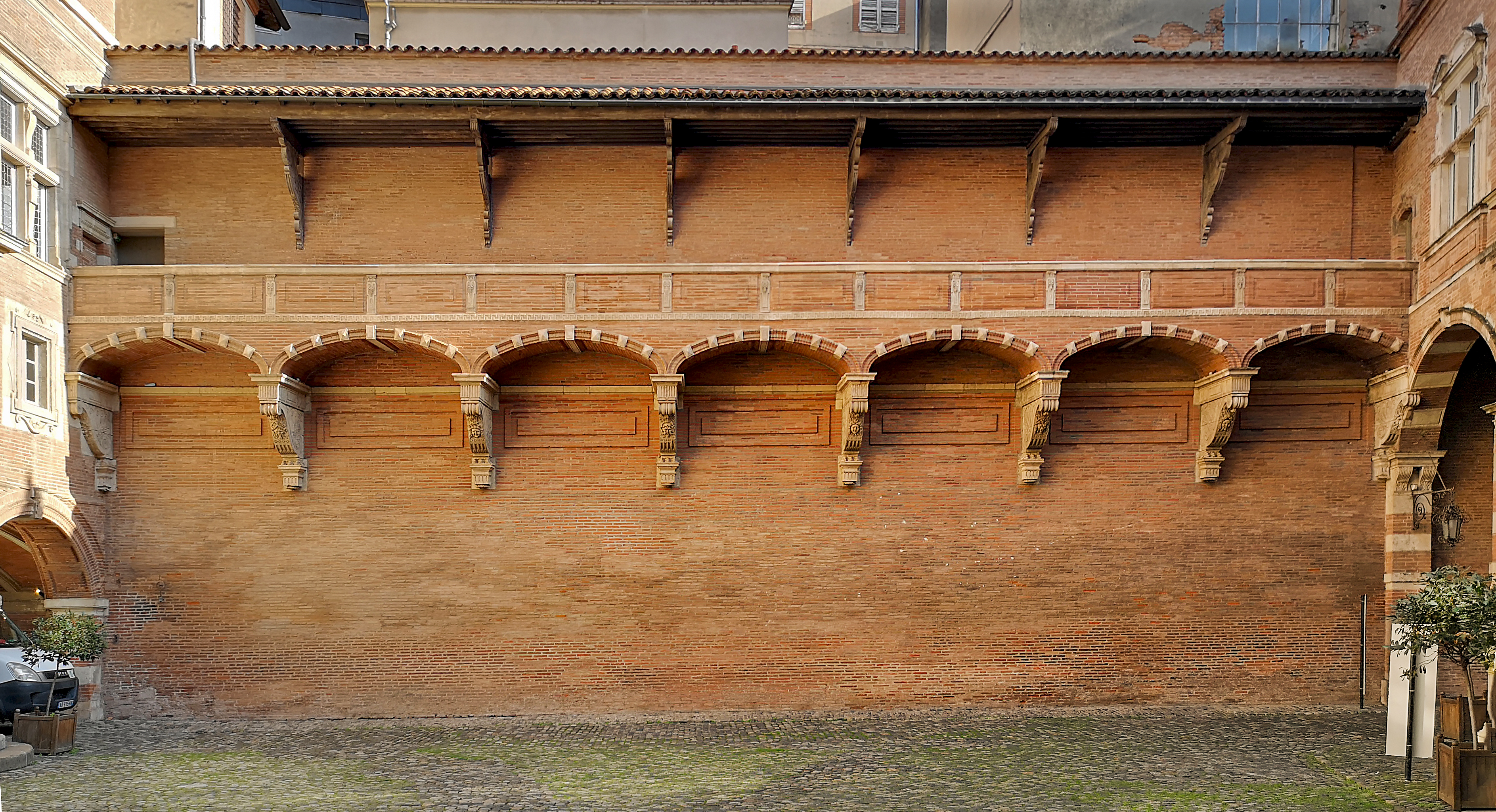
Assézat : coursière dans la cour.
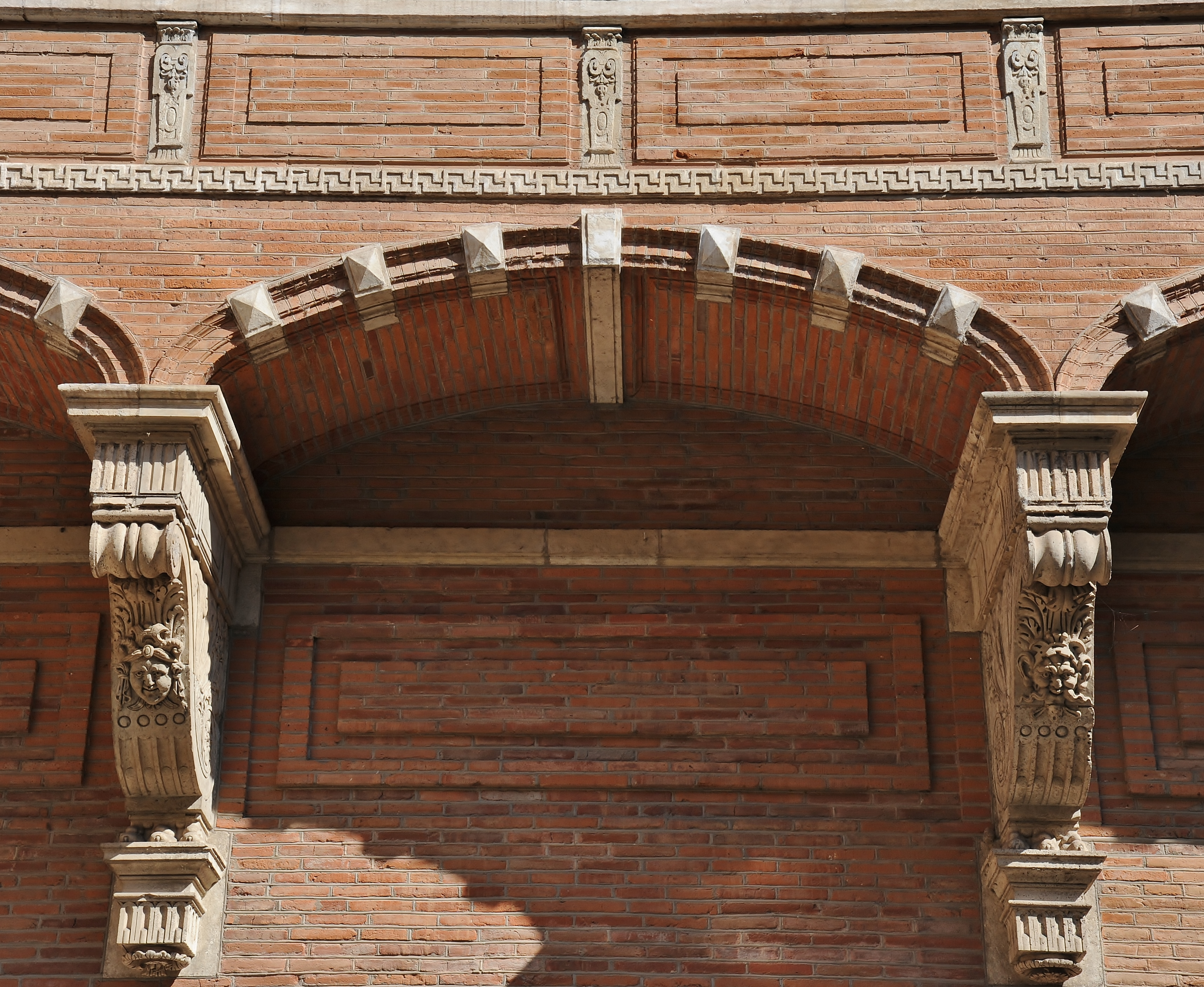
Assézat : arc de la coursière.
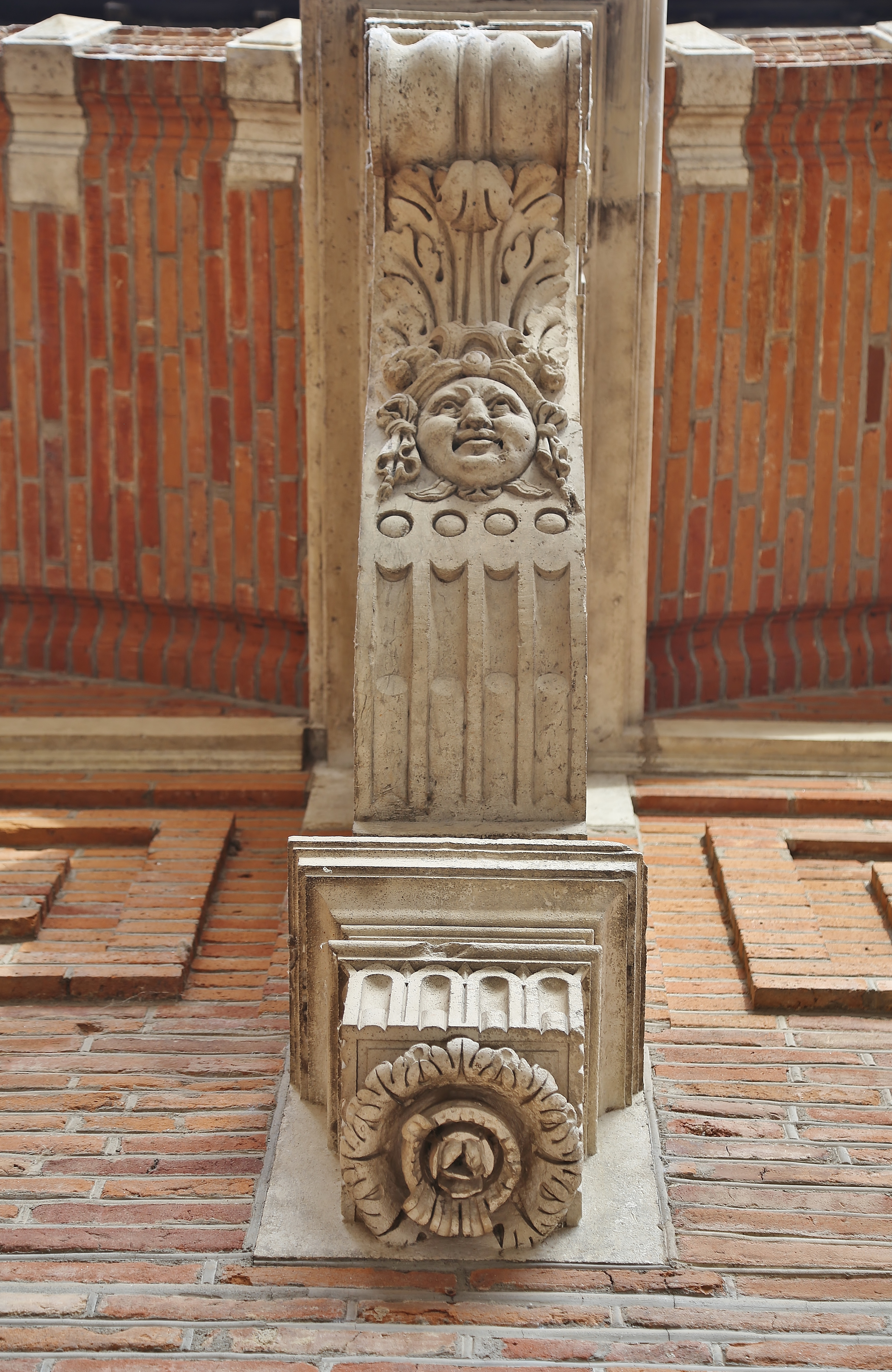
Console de la coursière.
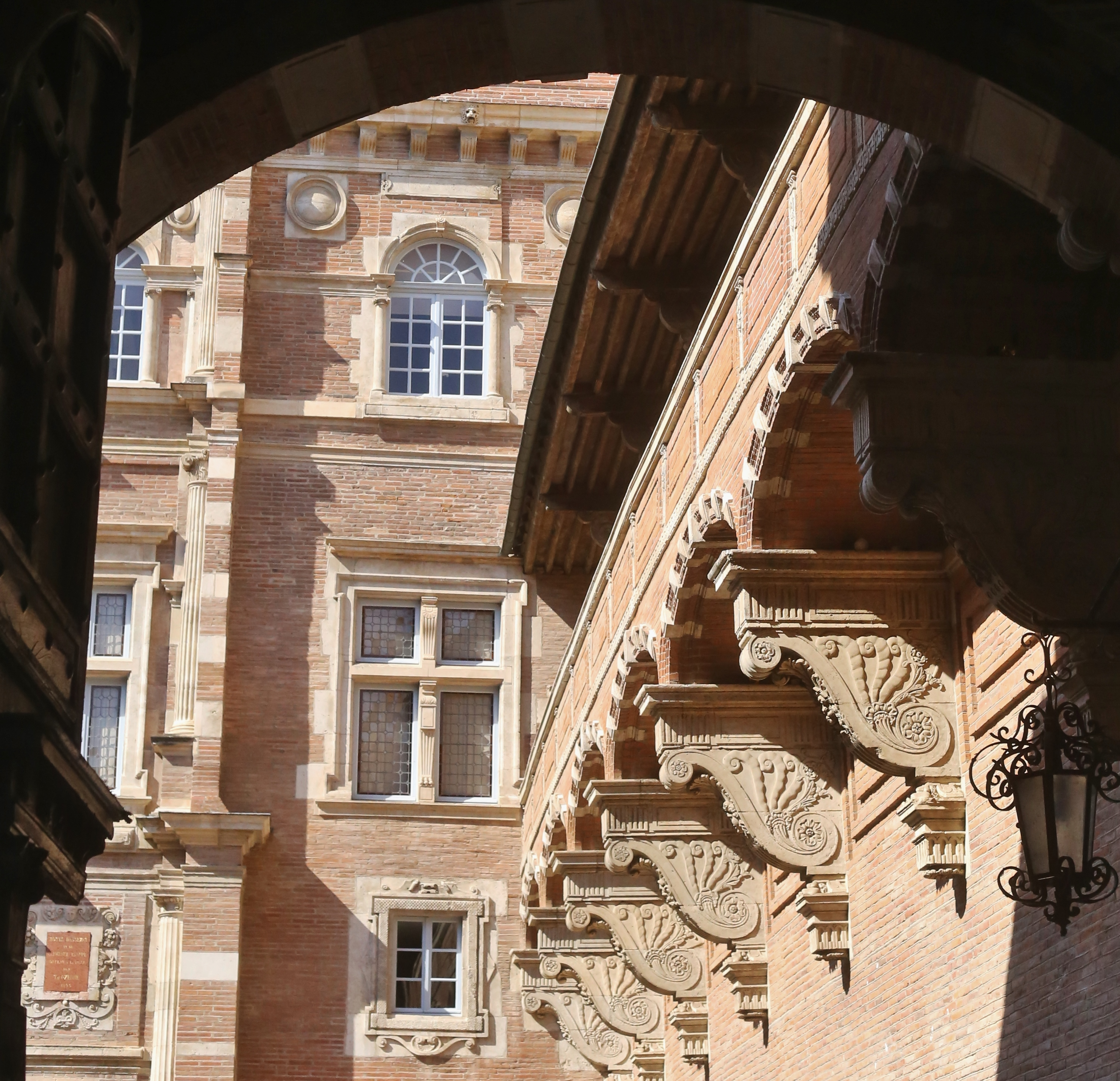
Assézat : la coursière et ses consoles décorées de gousses ioniques.
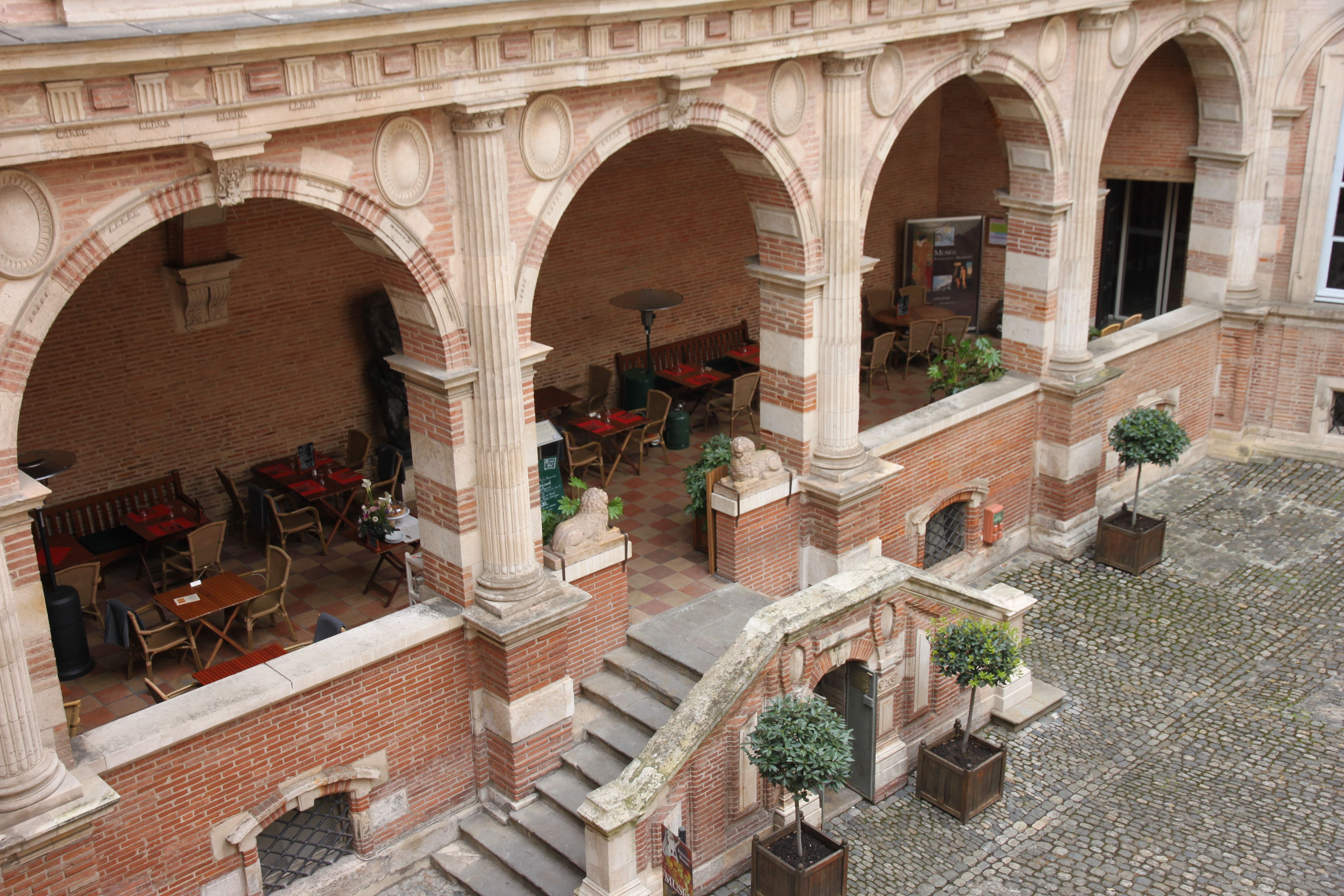
Assézat : la loggia.
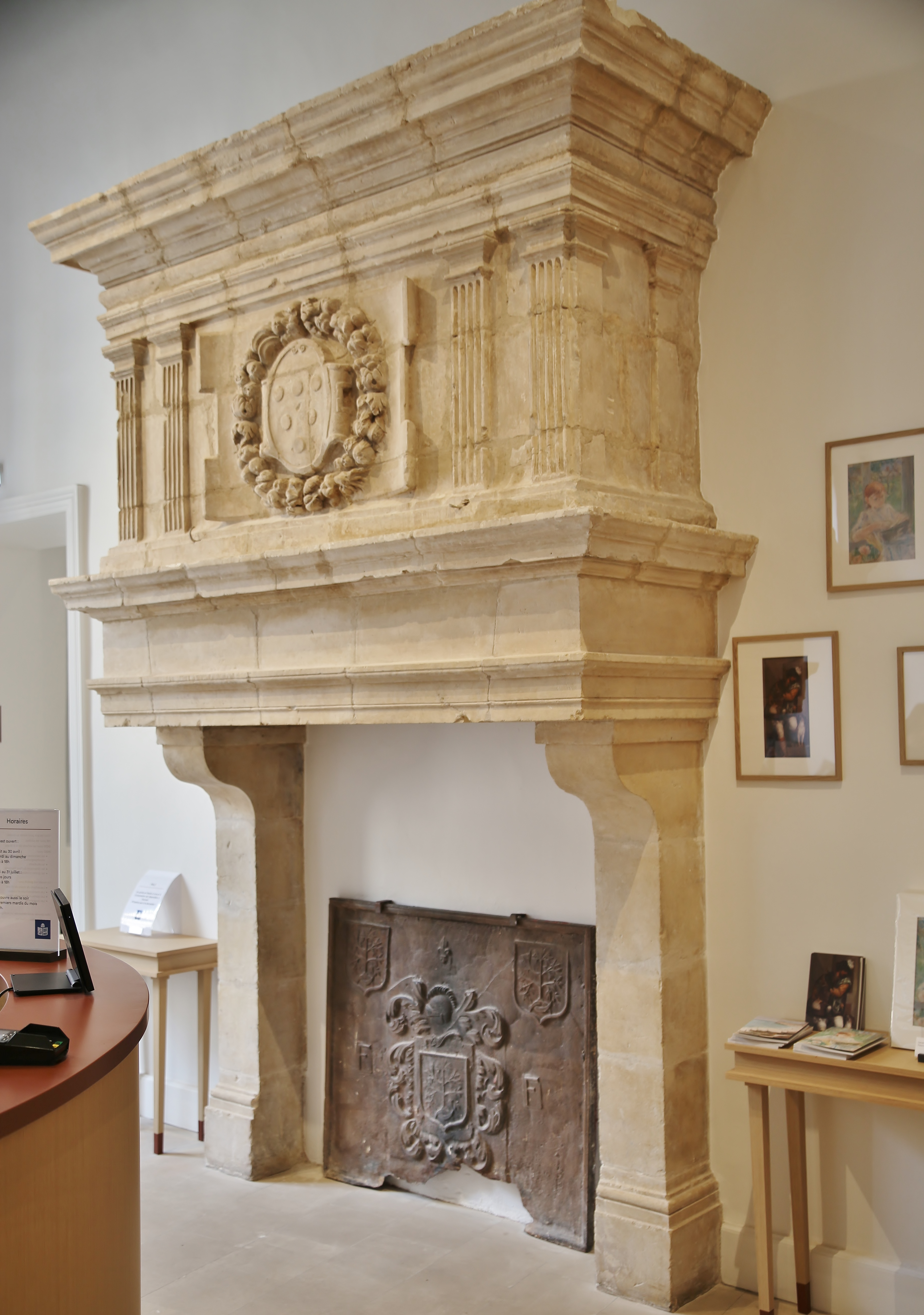
Assézat : La cheminée.

### L'hôtel d'Astorg et de Saint-Germain
Adresse : 16 rue des Changes.
Après Jean Delcros dans les années 1530 (façade sur rue), le marchand Jean Astorg poursuit en 1568 l'édification de cet hôtel placé sur l'un des principaux axes de la ville de la Renaissance. Une porte d'entrée latérale donne accès à la cour d'honneur alors que le reste de la façade sur rue est occupé en rez-de-chaussée par des boutiques. Dans la cour, des fenêtres Renaissance sont faites à l'imitation de celles de l'hôtel voisin de Pierre Delpech, puissant capitoul. Probablement édifiés au début du XVIIe siècle, deux escaliers extérieurs en bois hors œuvre, ainsi que leurs coursives également en bois, desservent les bâtiments sur cour. Cette architecture de bois était très pratiquée à la Renaissance et cet hôtel en reste un des rares témoignages survivants.

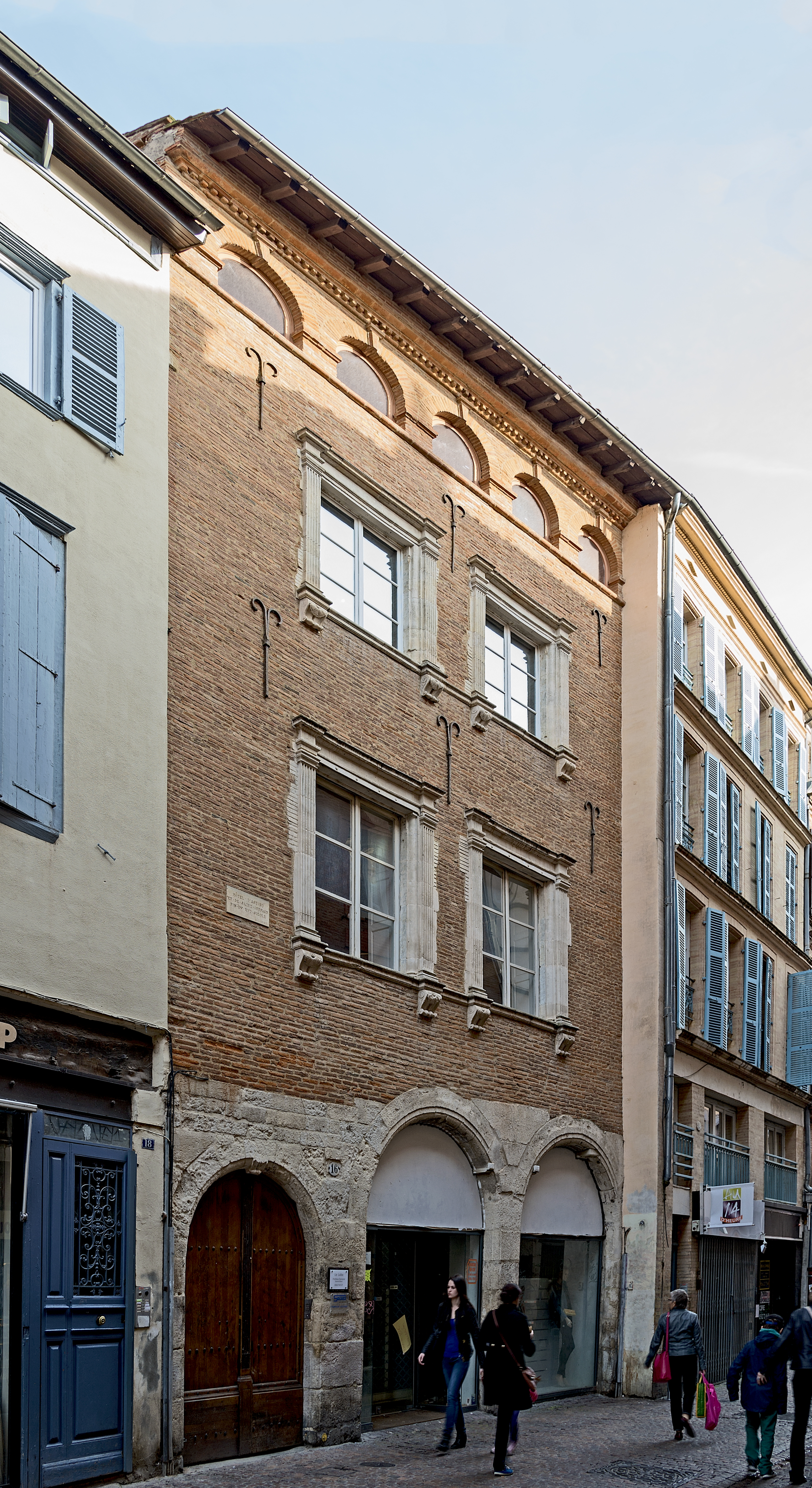
Hôtel d'Astorg.
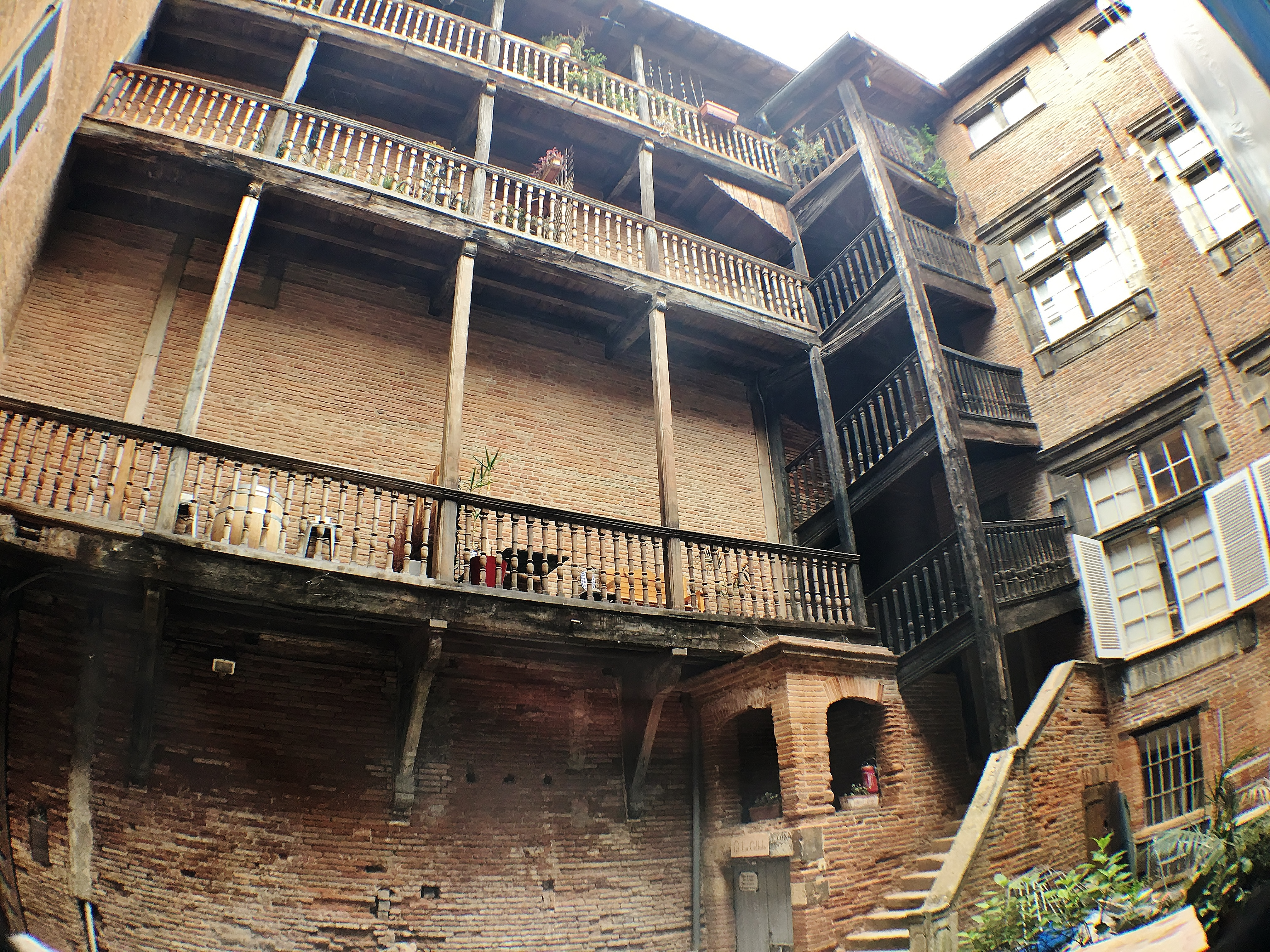
Astorg : cour.
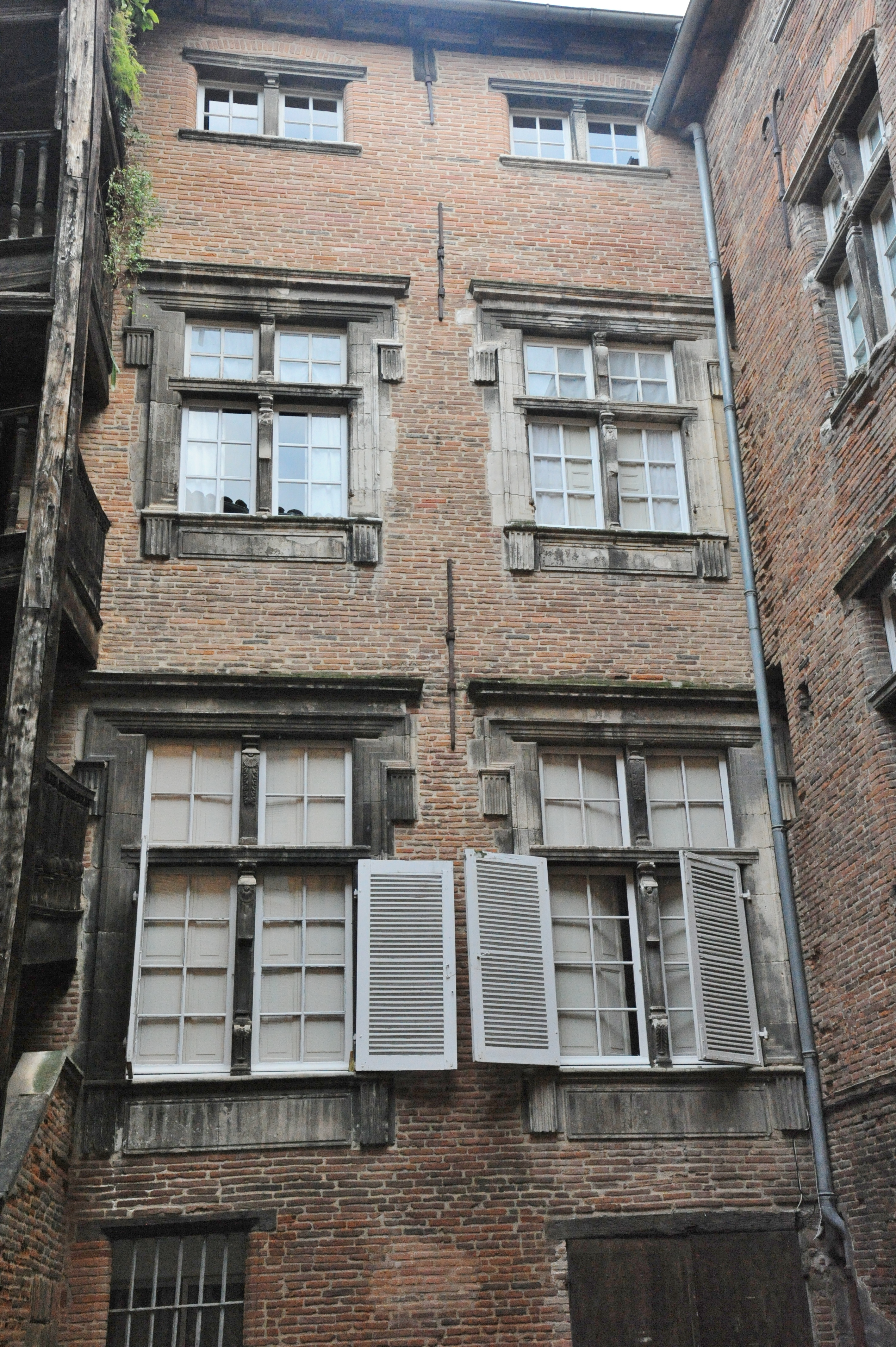
Astorg : fenêtres Renaissance dans la cour.
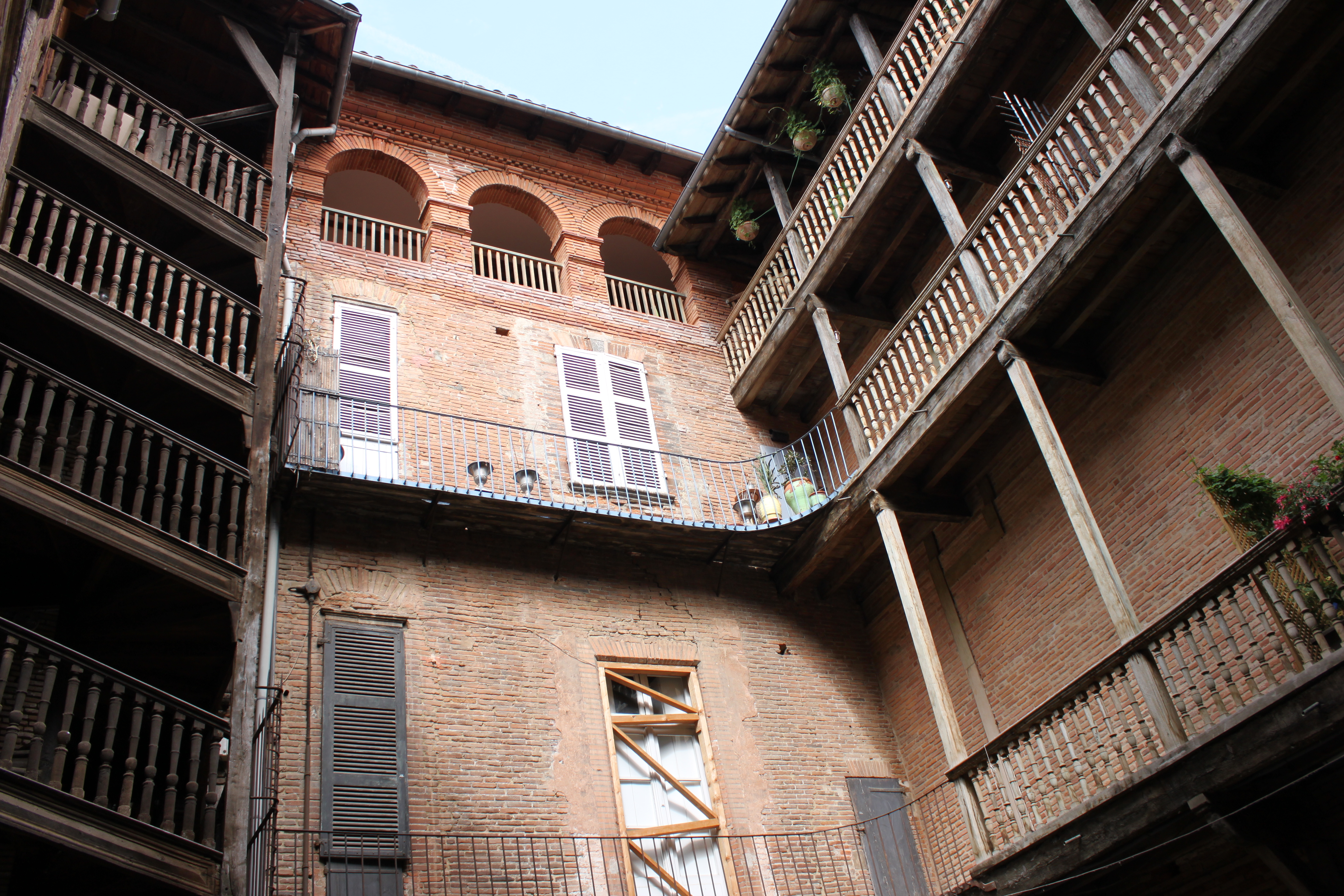
Astorg : galeries en bois dans la cour.
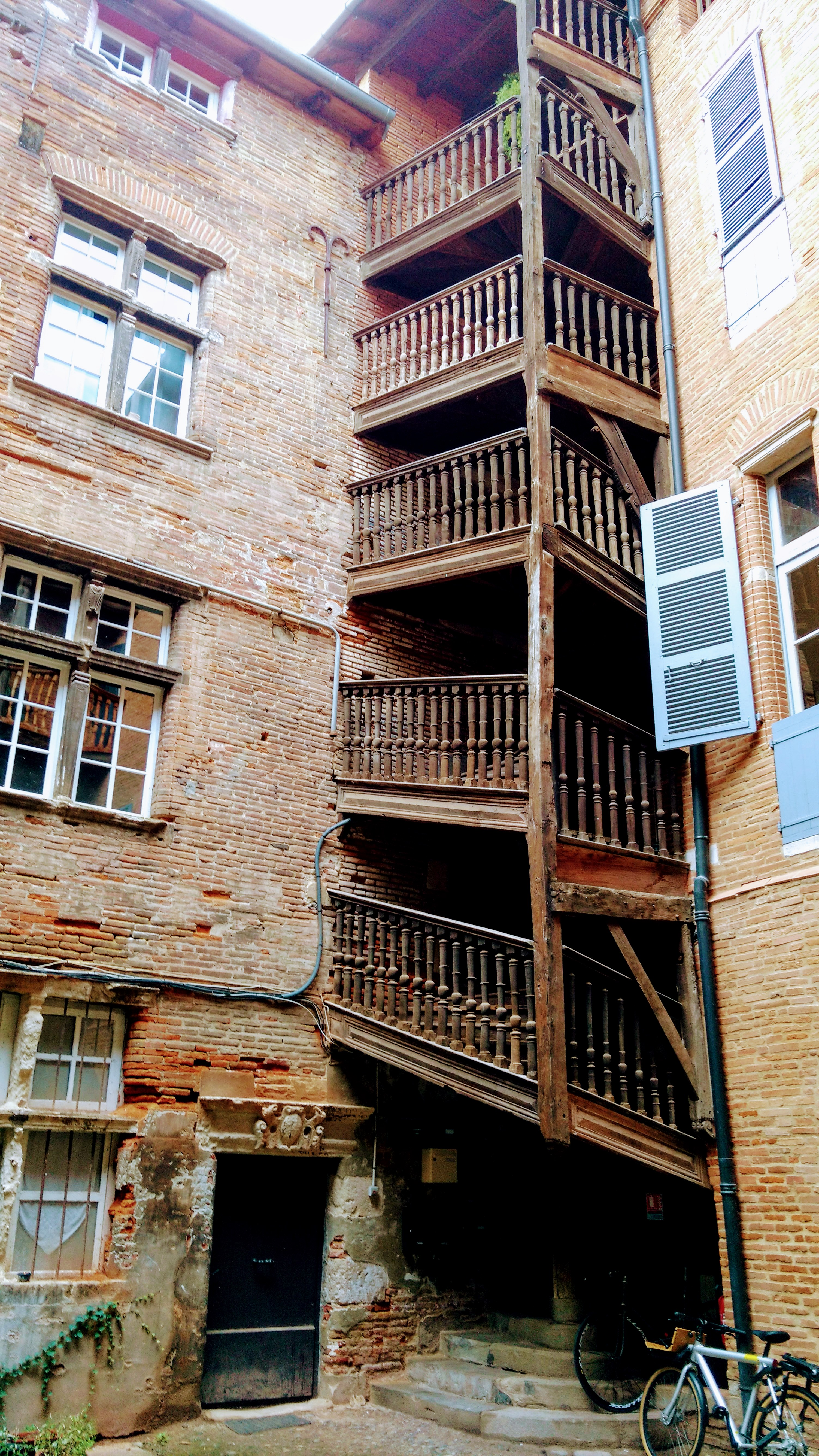
Astorg : escalier suspendu.
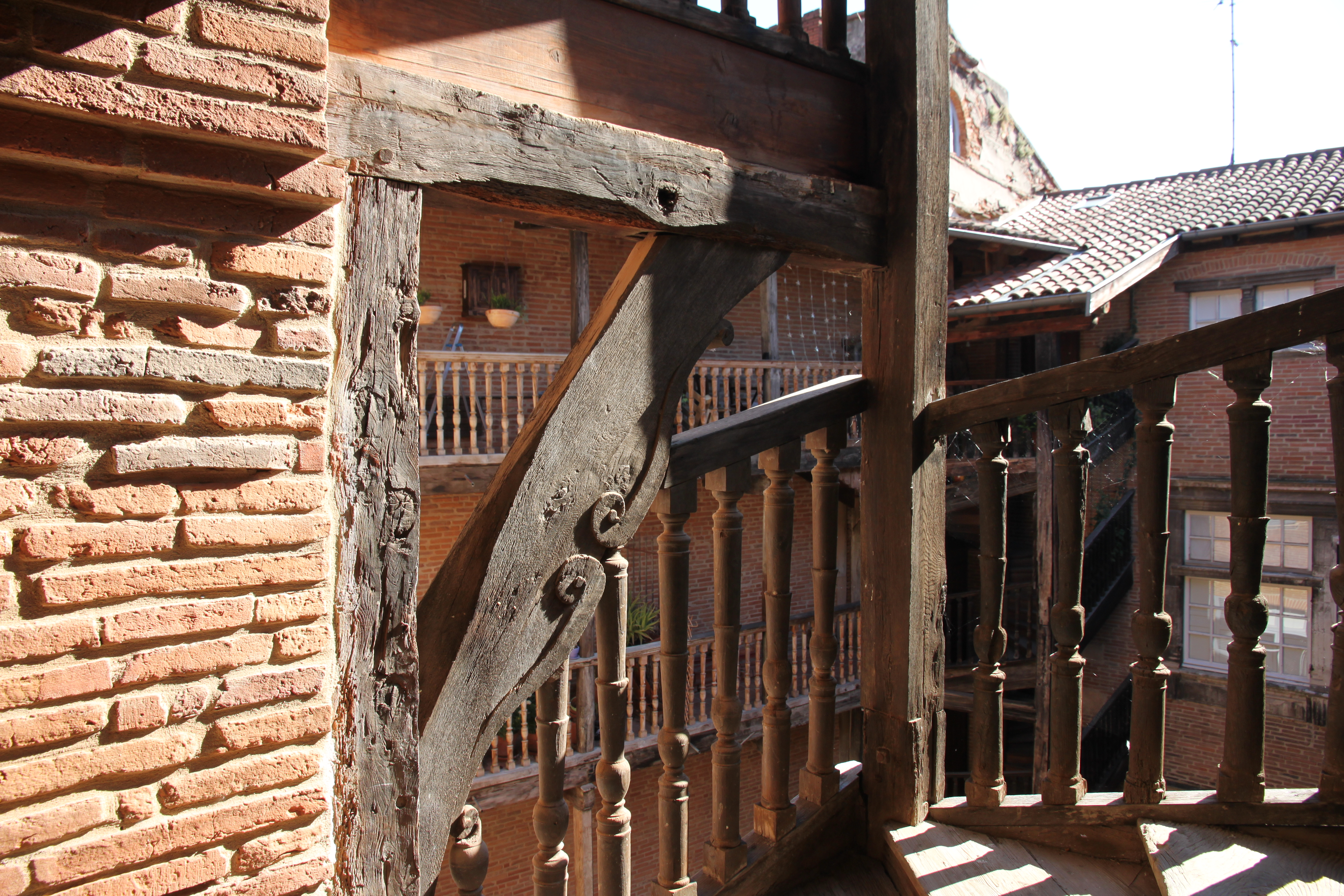
Astorg : balustres moulurés, volutes affrontées.

### L'hôtel de Bagis, puis de Clary (dit aussi hôtel de pierre)
Adresse : 25 rue de la Dalbade.
En 1538, c'est à l'architecte Nicolas Bachelier et au maçon Antoine Lescalle, assistés dans la conception du projet par le prieur de La Réole, Jean Albert, que le parlementaire Jean de Bagis confia la construction de son hôtel. Les idéaux classiques dictent la symétrie des façades et la régularité de la cour carrée. Les baies en pierre déclinent un ordre dorique de plus en plus complet au fil des niveaux, dont la nouveauté fit d'autant plus impression à Toulouse que Jean de Bagis, membre du Grand Conseil du roi, était un des personnages les plus importants de la ville.
Au cœur du logis prend place un escalier droit en œuvre, parmi les premiers de Toulouse après celui de l'hôtel d'Ulmo. Un portail aux splendides atlantes marque son entrée, ils ont longtemps été attribués au sculpteur Nicolas Bachelier en raison de leur expressivité et de leur qualité d'exécution, mais leur datation est discutée et encore au cœur des recherches actuelles.
Au début du XVIIe siècle, François de Clary, Premier président au Parlement, et sa femme, rachetèrent l'hôtel de Bagis. L'architecte Pierre II Souffron, secondé par les sculpteurs Pierre Bouc, Pierre Monge et Thomas Heurtematte, éleva une façade en pierre unique dans la ville à la Renaissance, rythmée dans une composition symétrique par huit travées et des pilastres colossaux. Au-dessus du portail, Apollon, Mercure, Junon et Minerve célèbrent le couple de propriétaires dans un riche décor sculpté.
Cette façade spectaculaire valut à la demeure son surnom d'hôtel de pierre, et à son propriétaire la réputation d'avoir détourné à son profit les pierres destinées à la construction du Pont-neuf dont il assurait la supervision.
Dans la cour, complétant la composition plus ancienne de l'hôtel de Bagis, les riches ornements maniéristes des façades est et sud de la cour, avec leurs incrustations de marbre et leur abondant décor sculpté, datent également du début du XVIIe siècle.

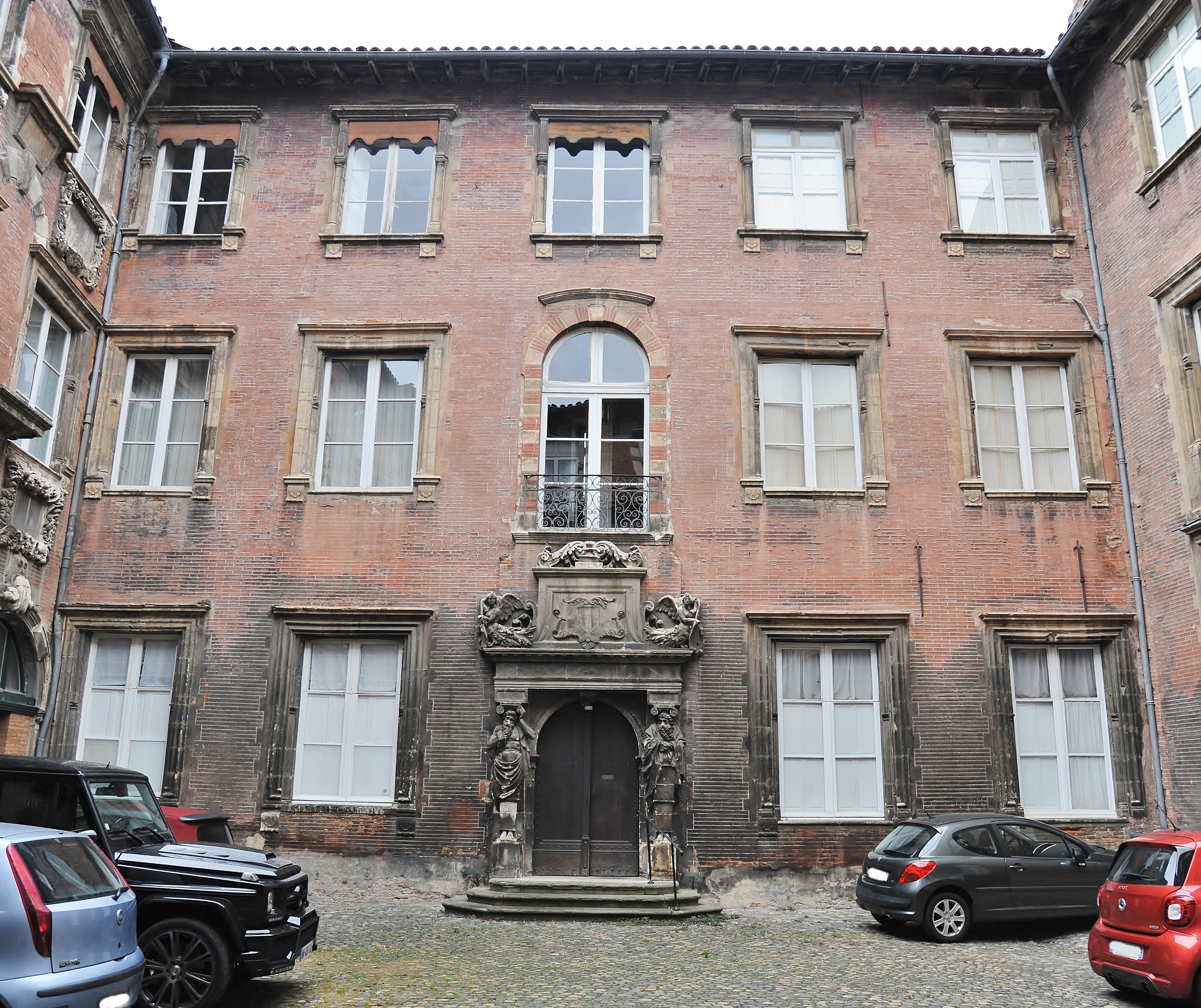
L'hôtel de Bagis.
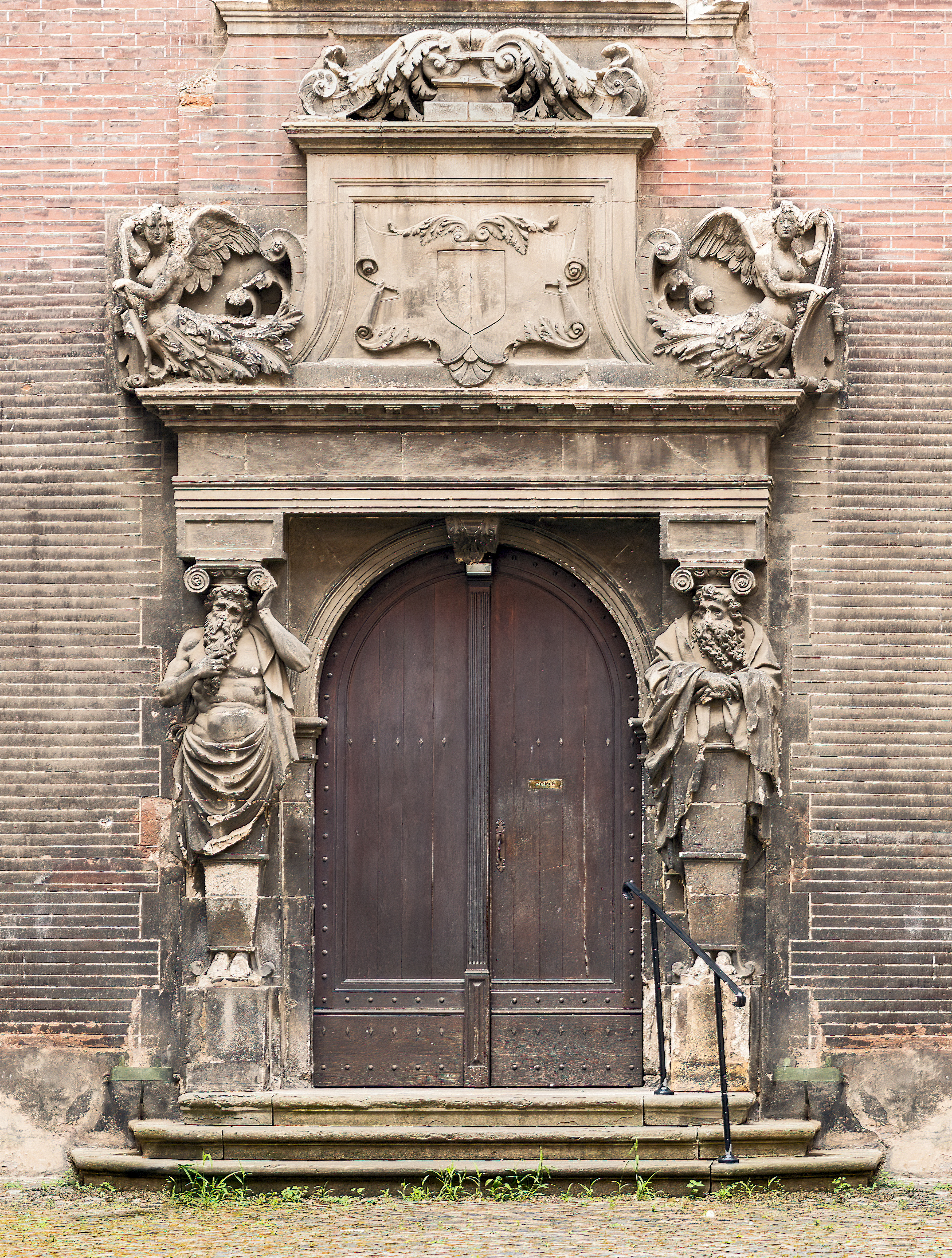
Porte des Atlantes (attribution discutée à Nicolas Bachelier).
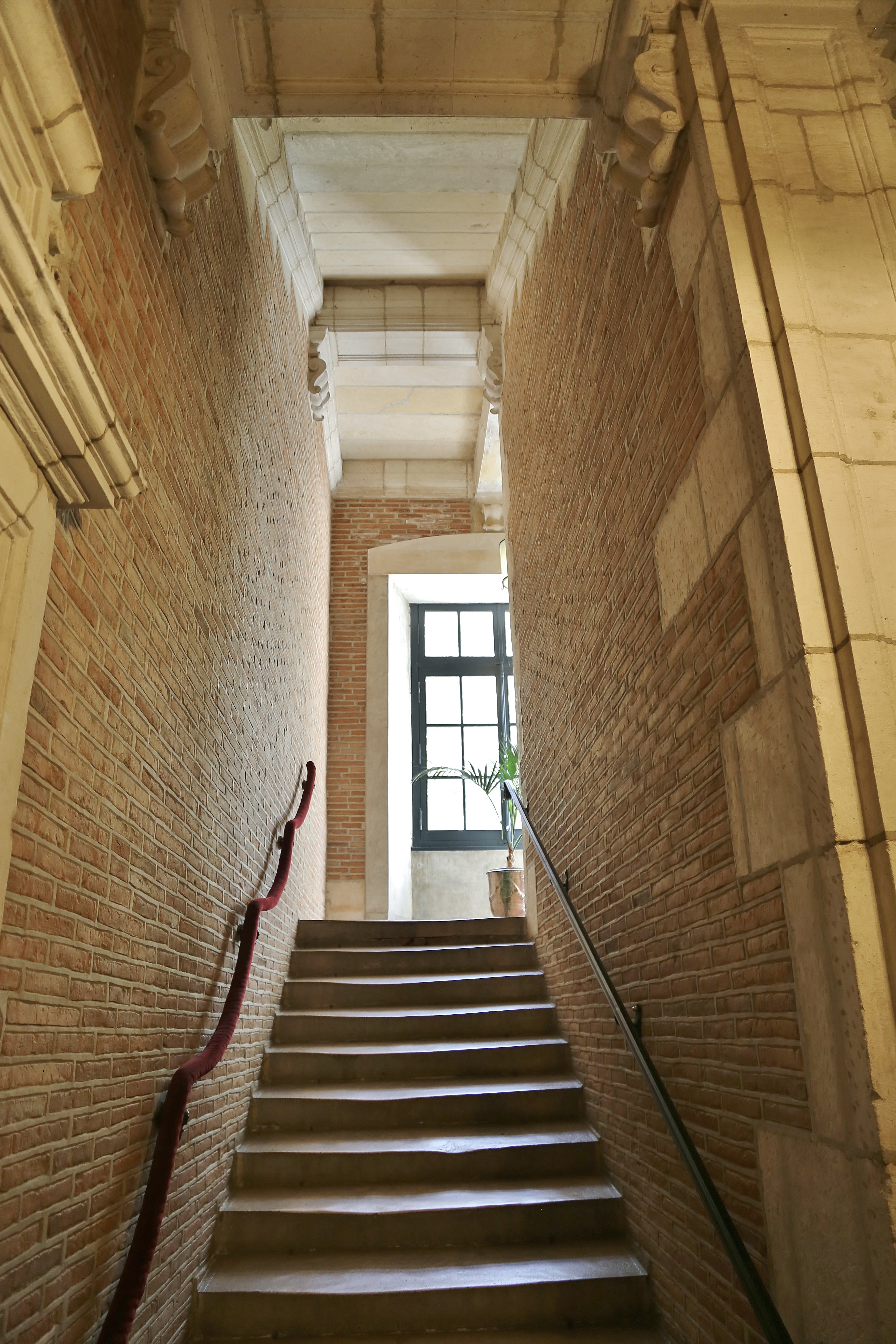
Le grand escalier droit.
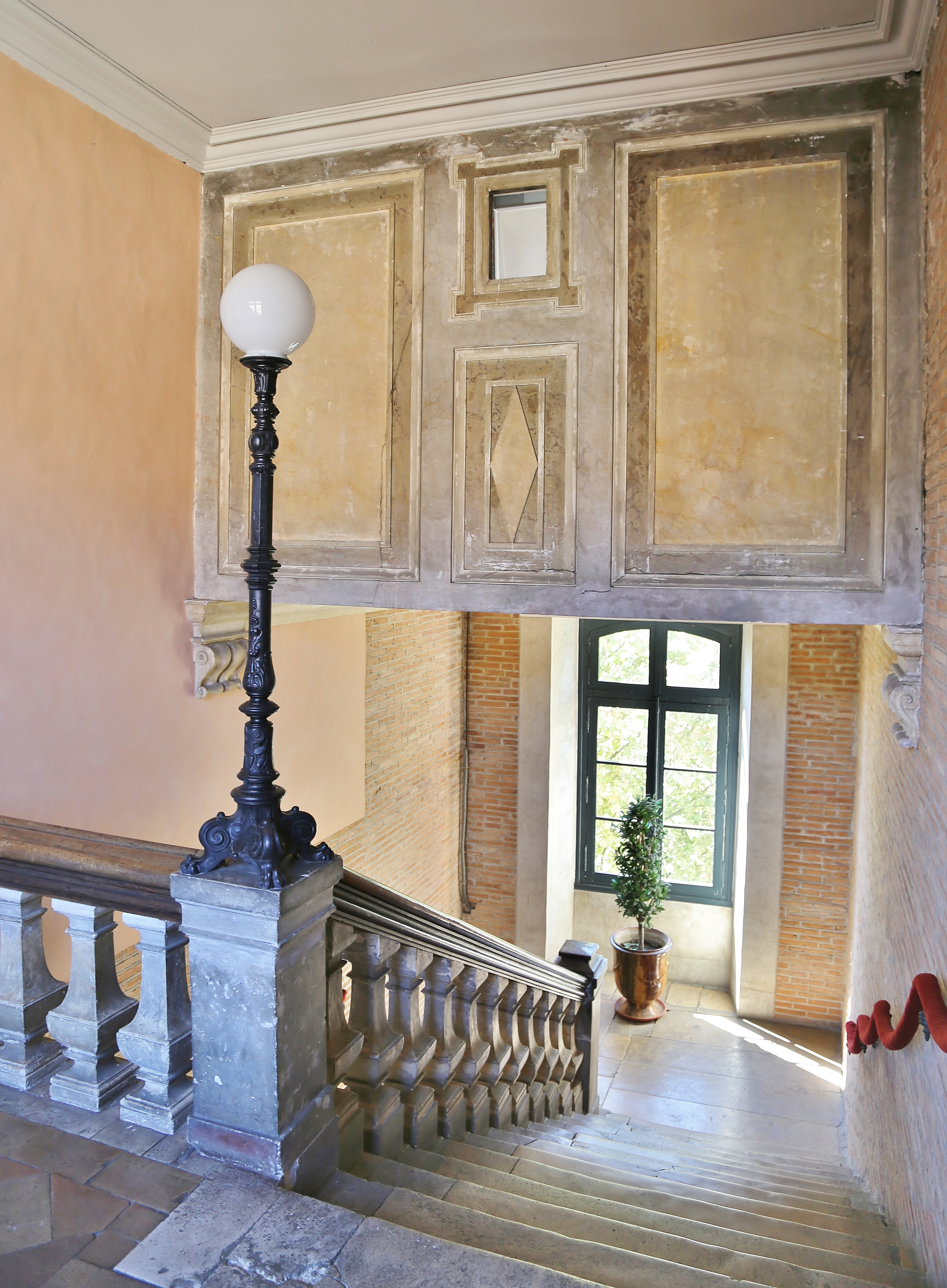
Sommet du grand escalier.
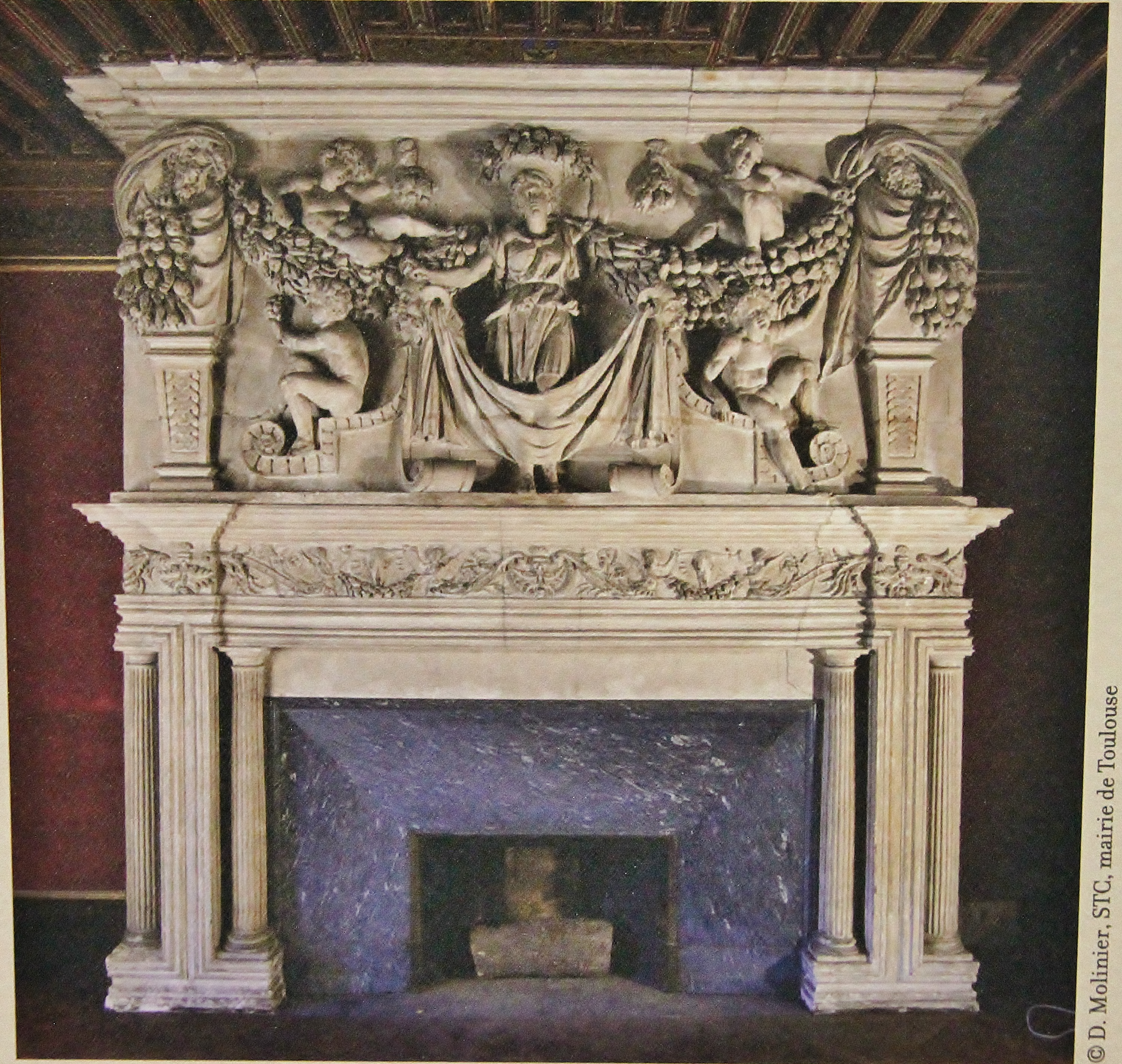
Cheminée monumentale.
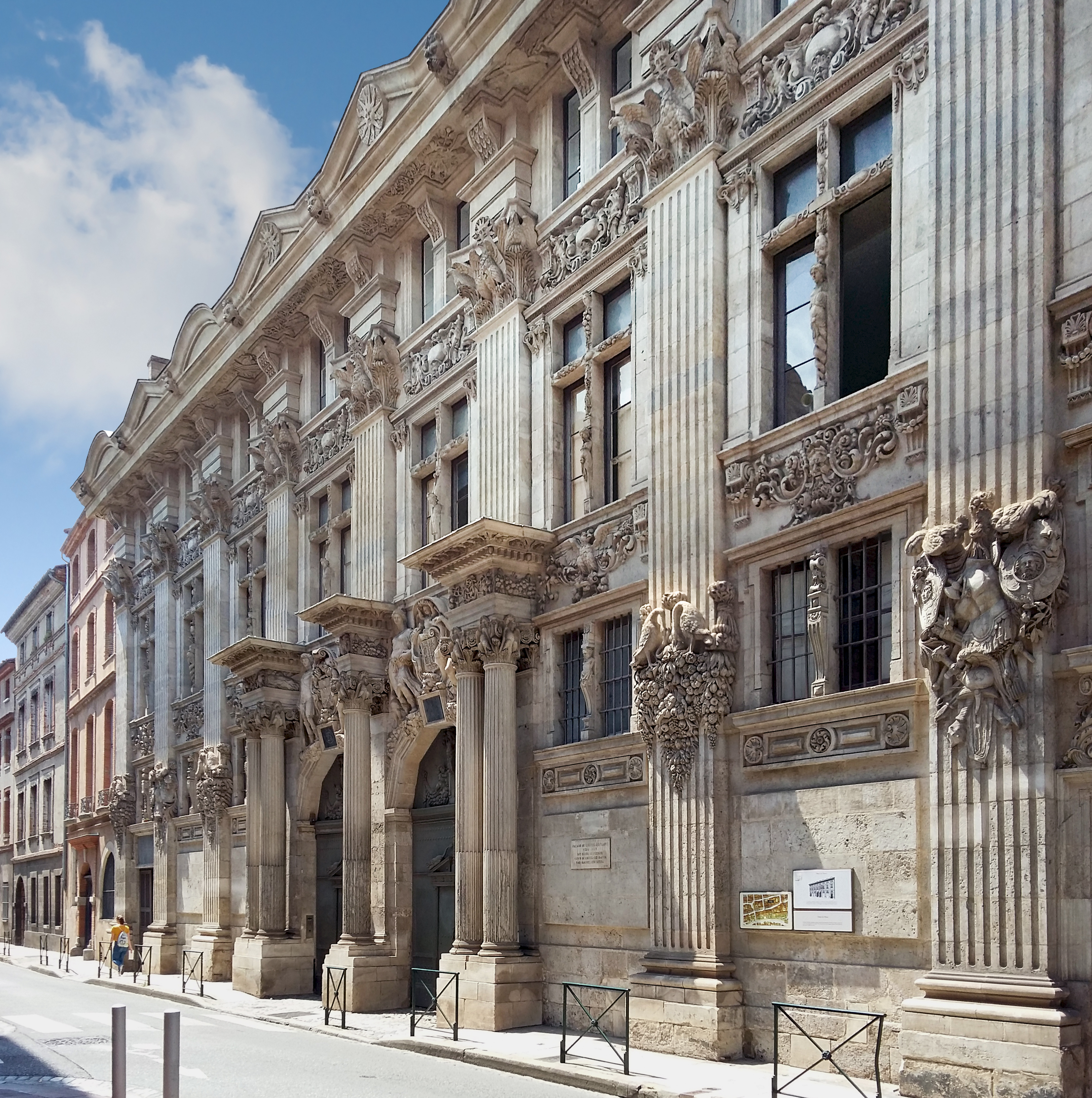
Hôtel de Clary (ou hôtel de pierre) : façade sur rue.
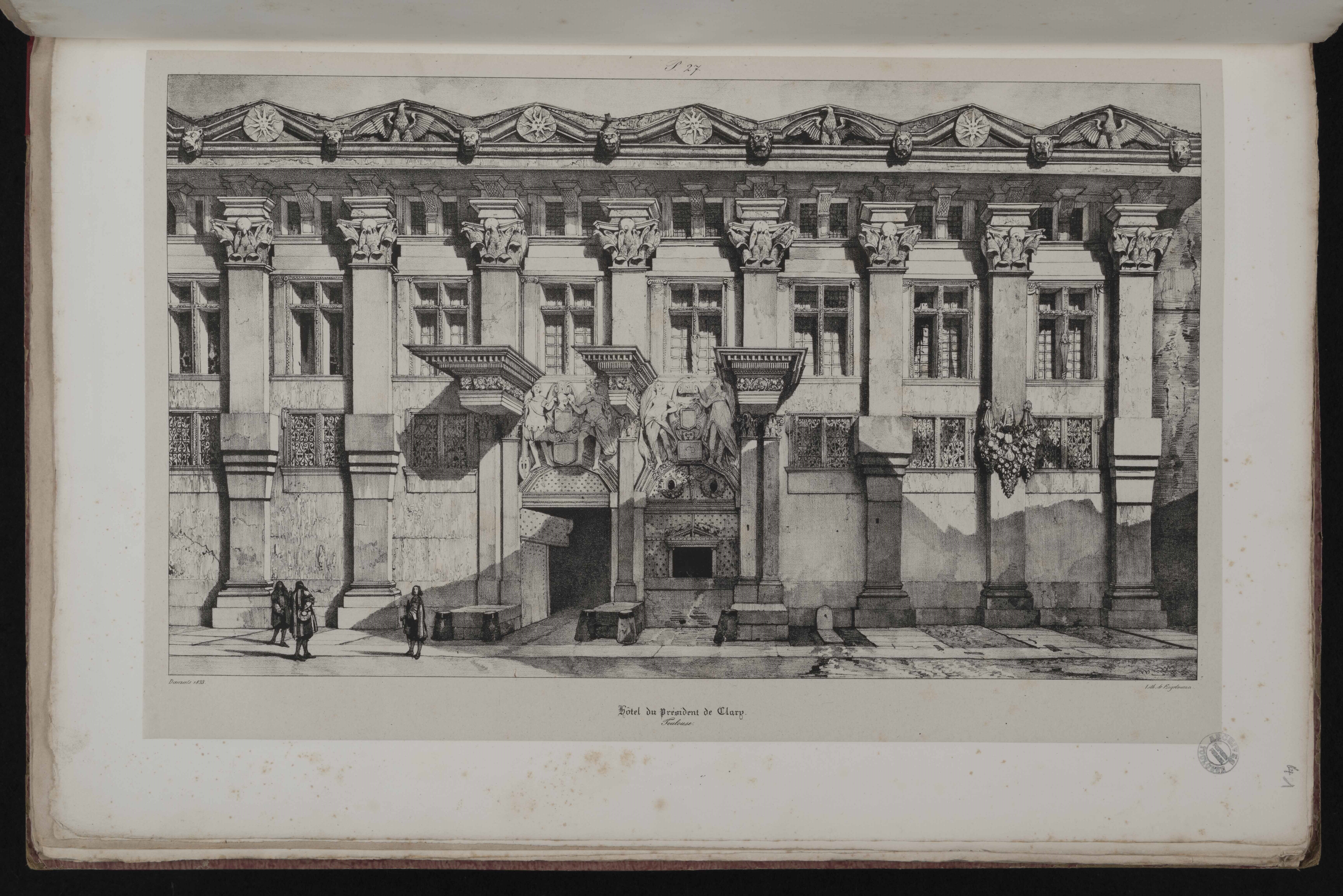
Hôtel de Clary : dessin de 1833 montrant l'état d'achèvement de la façade à cette date.
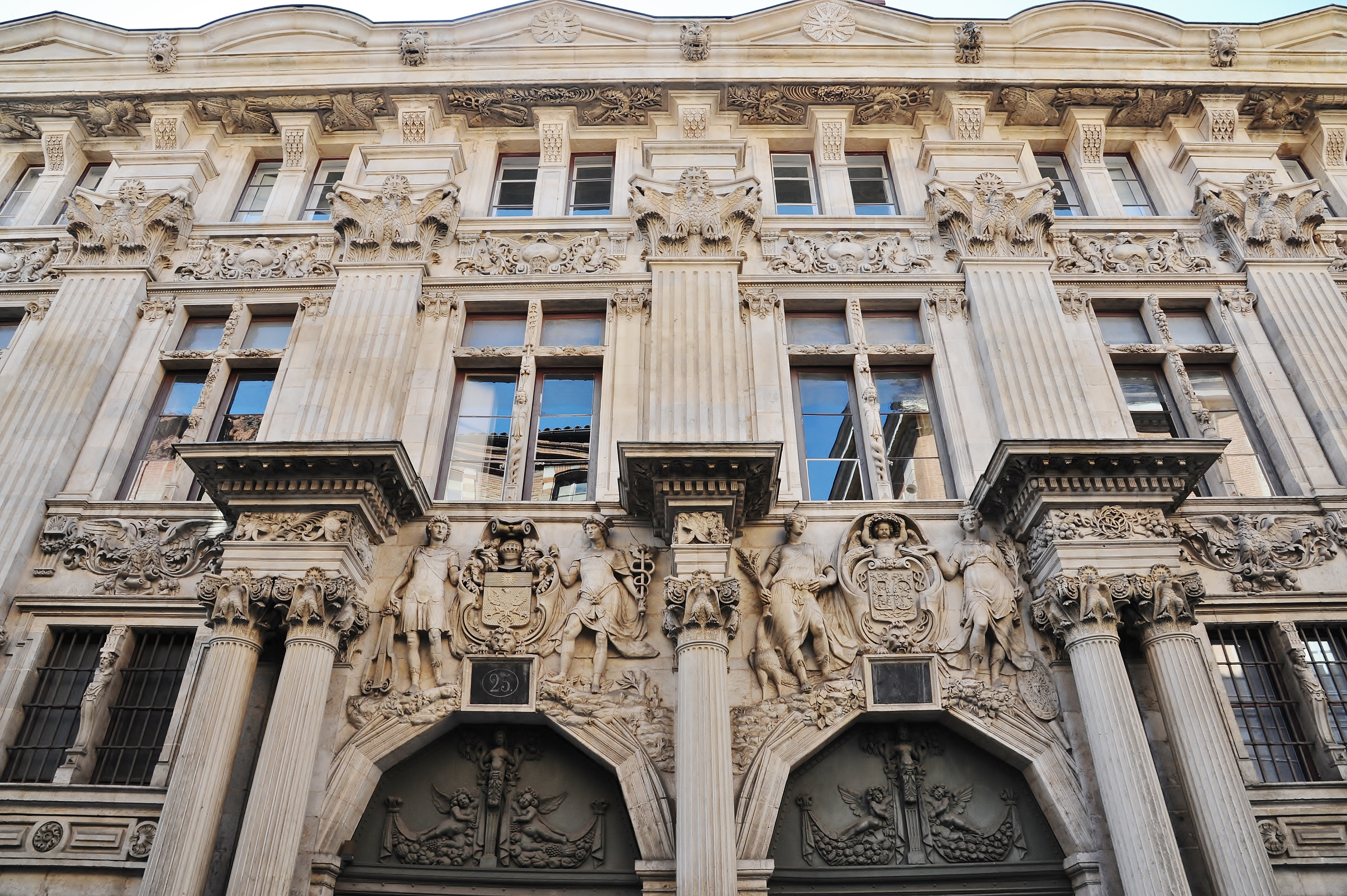
Hôtel de Clary.
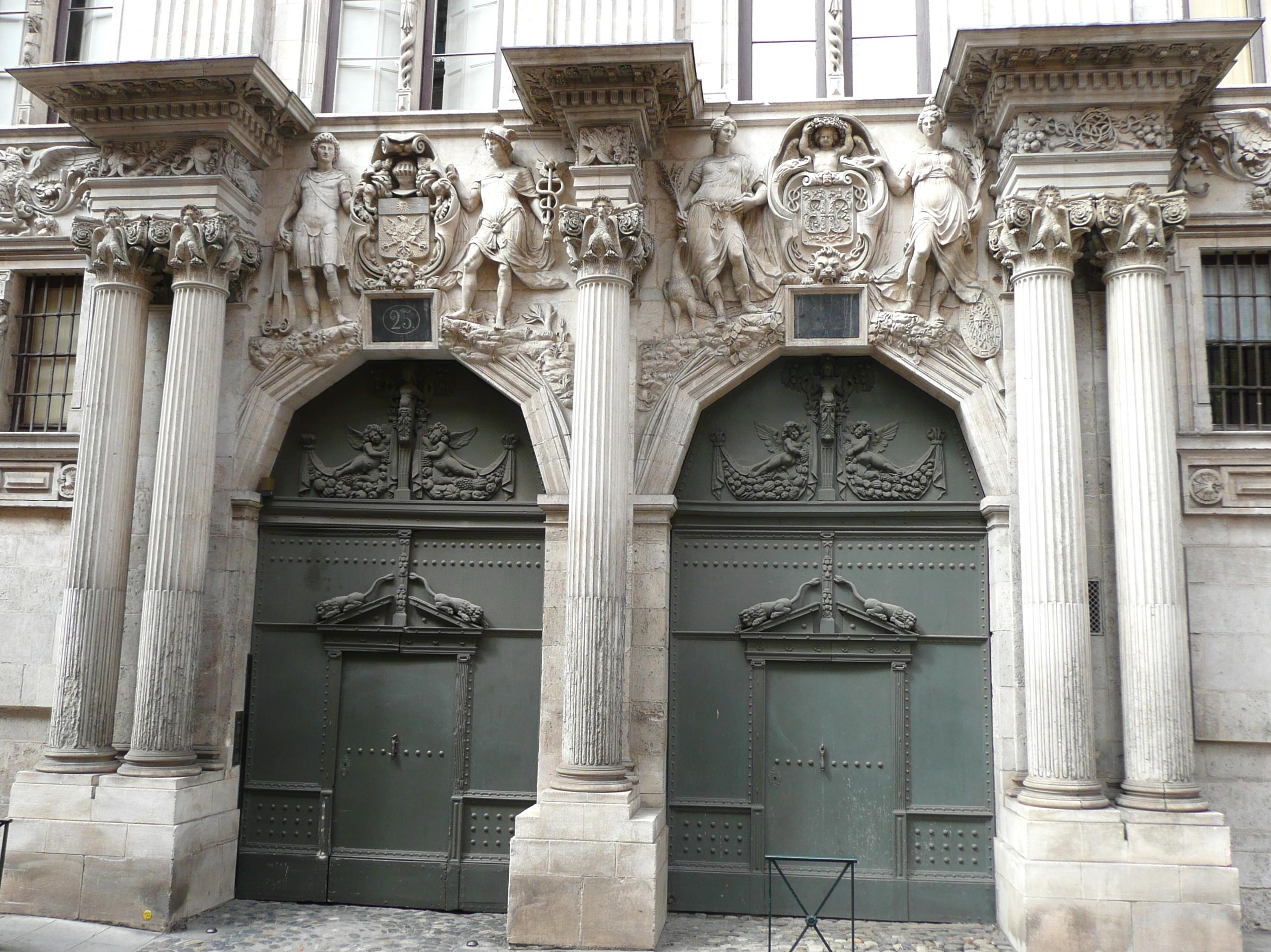
Hôtel de Clary : portails.
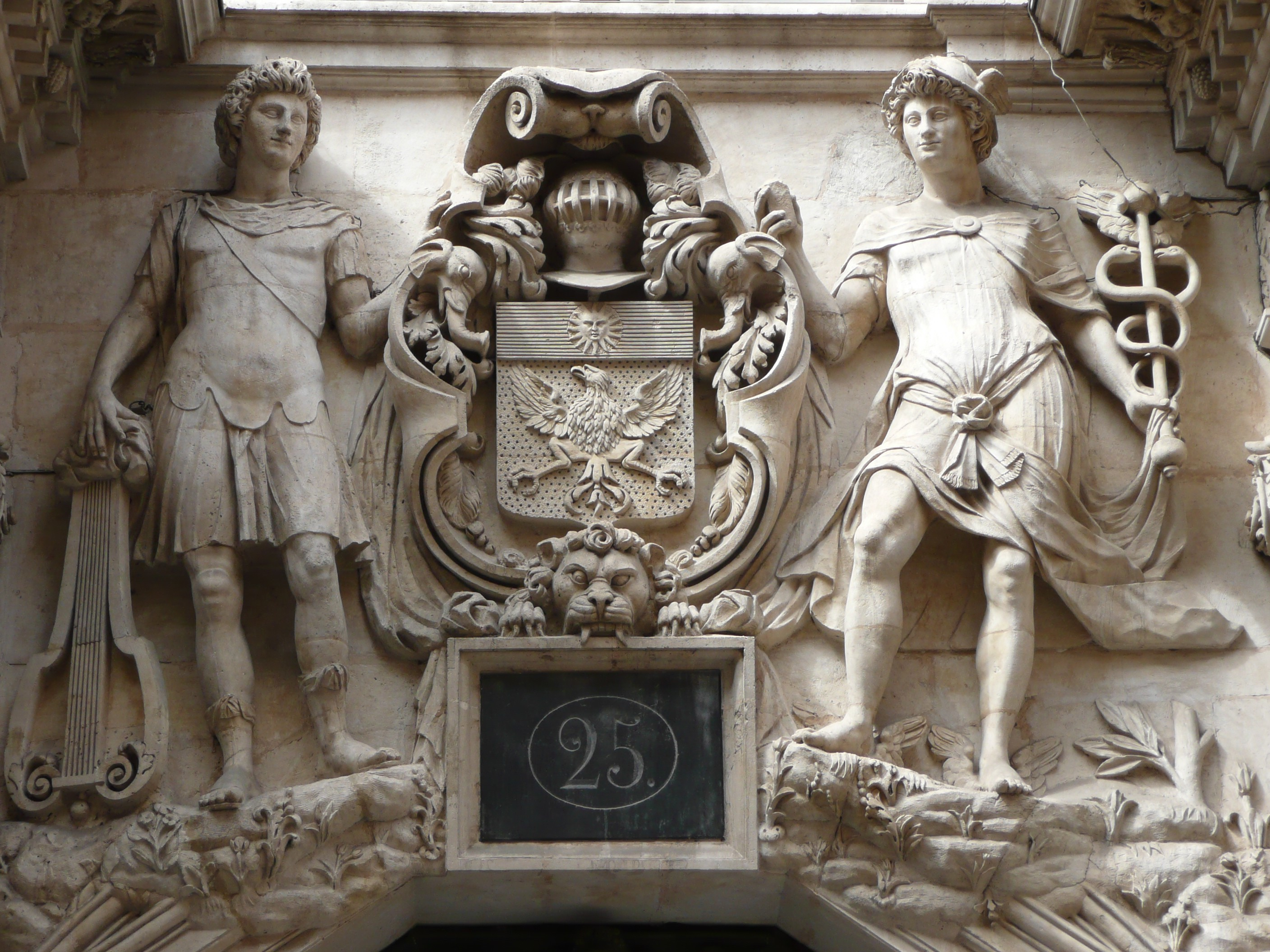
Hôtel de Clary : Apollon et Mercure au-dessus de la porte d'entrée.
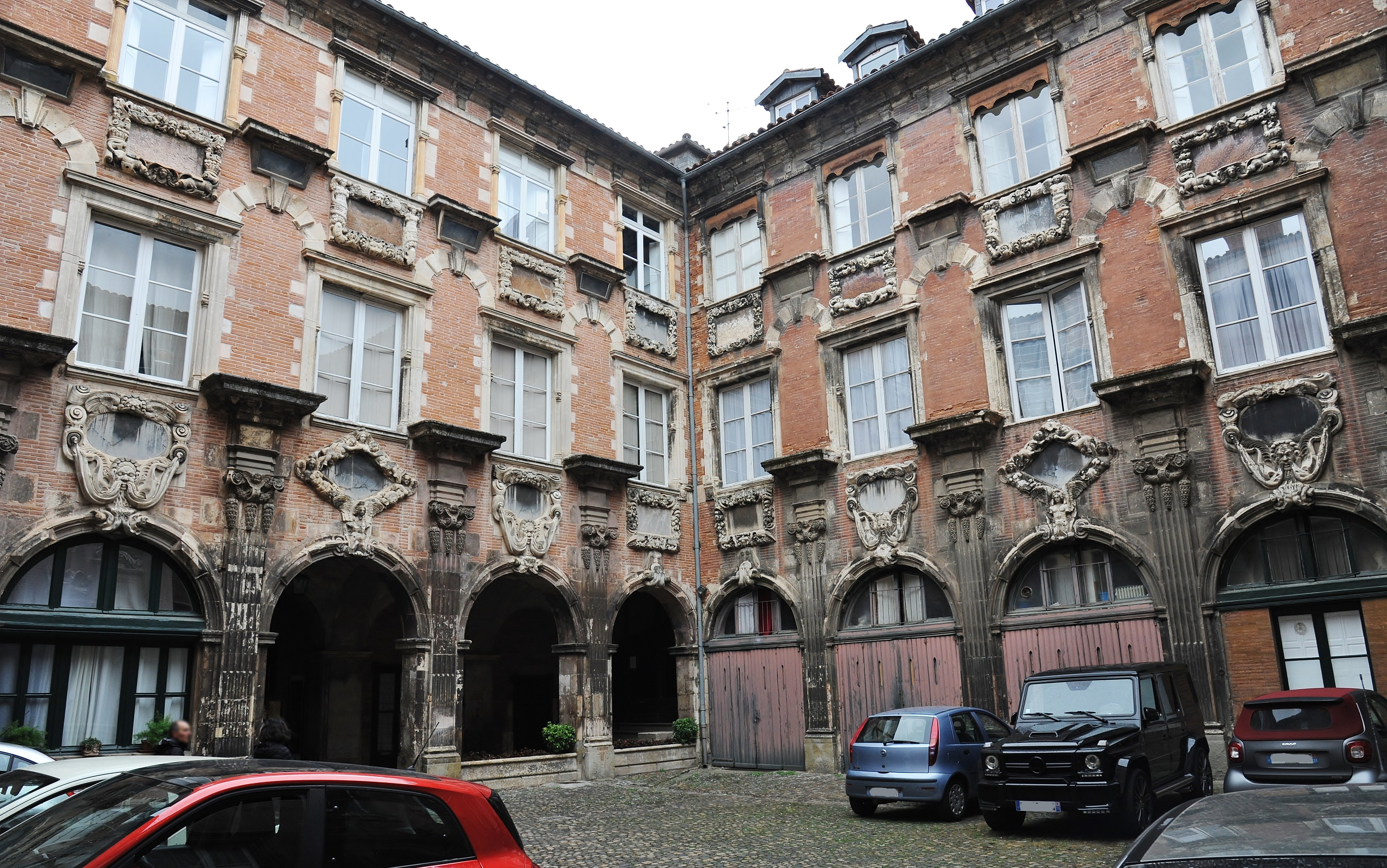
Hôtel de Clary : façades sur cour.
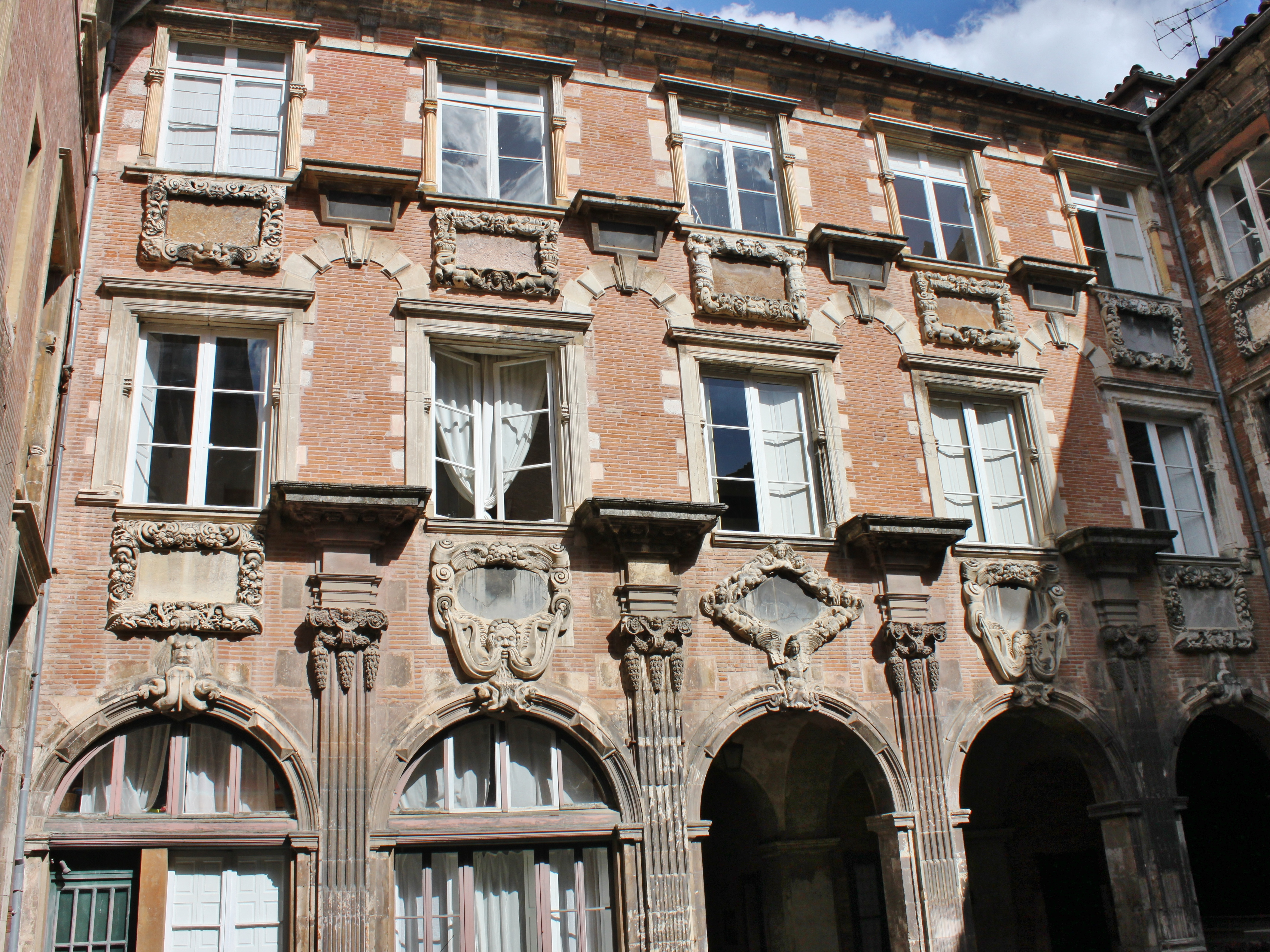
Clary : cour.
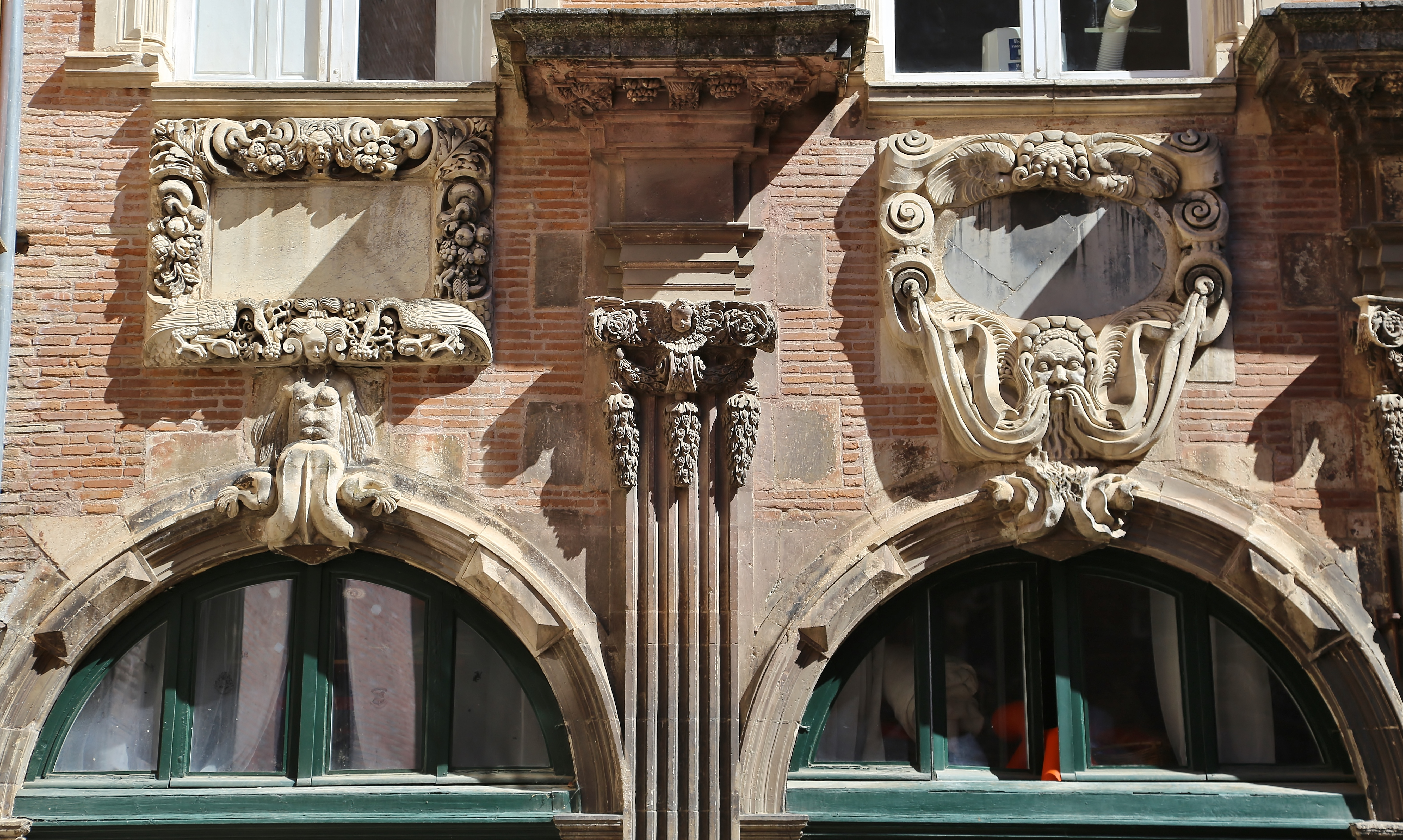
Clary : cour.
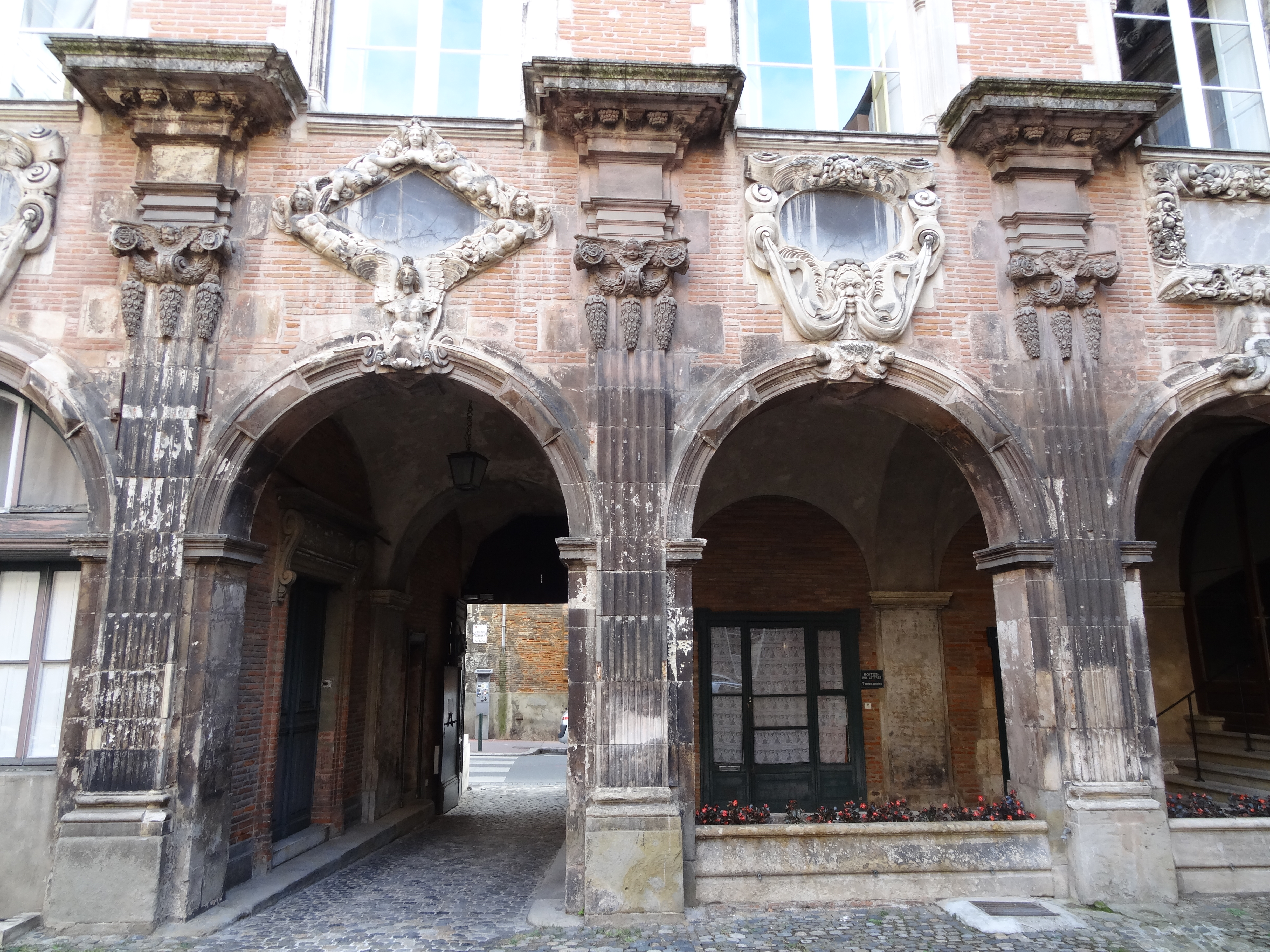
Clary : cour.

### L'hôtel de Bernuy
Adresse : 1 rue Gambetta.
Venu de Burgos à Toulouse pour se lancer dans le commerce du pastel à la fin du XVe siècle, Jean de Bernuy y réussit si bien que dès 1502 il lança la première campagne de travaux de son hôtel particulier, conduisant notamment à l'érection de la belle tour d'escalier gothique. Entre 1520 et 1536 une deuxième campagne fut confiée à l'architecte Louis Privat. Il développa avec abondance le langage de la Renaissance dans une deuxième cour où il réussit, selon les mots de l'historien Paul Mesplé, « à faire vivre l'Espagne, l'Italie et la Loire sous le ciel de Toulouse ».
L'architecture de cette cour Renaissance en pierre est dominée par la présence d'une extraordinaire voûte surbaissée, véritable morceau de bravoure, dont les cloisons des caissons ainsi que les roses pendantes ne suivent pas la courbure de la voûte mais sont strictement verticales.
Inspirées de modèles d'Italie et du val de Loire, les longues colonnes-candélabres omniprésentes dans la cour d'honneur se rapprochent également de modèles donnés dans le traité Medidas del romano de l'architecte espagnol Diego de Sagredo, paru en 1526 (et en 1536 pour la version en français). Elles confèrent une exceptionnelle monumentalité à la cour, dont la galerie haute présente par ailleurs, pour la première fois à Toulouse, des colonnes corinthiennes dont le dessin est tiré d'un traité d'architecture.
Considérée comme un magnifique témoin de l'introduction de la Renaissance à Toulouse et comme un symbole de l'opulence de la cité, cette cour de l'hôtel de Bernuy a été partiellement reproduite à la Cité de l'architecture et du patrimoine afin d'illustrer le style de la Première Renaissance en France.

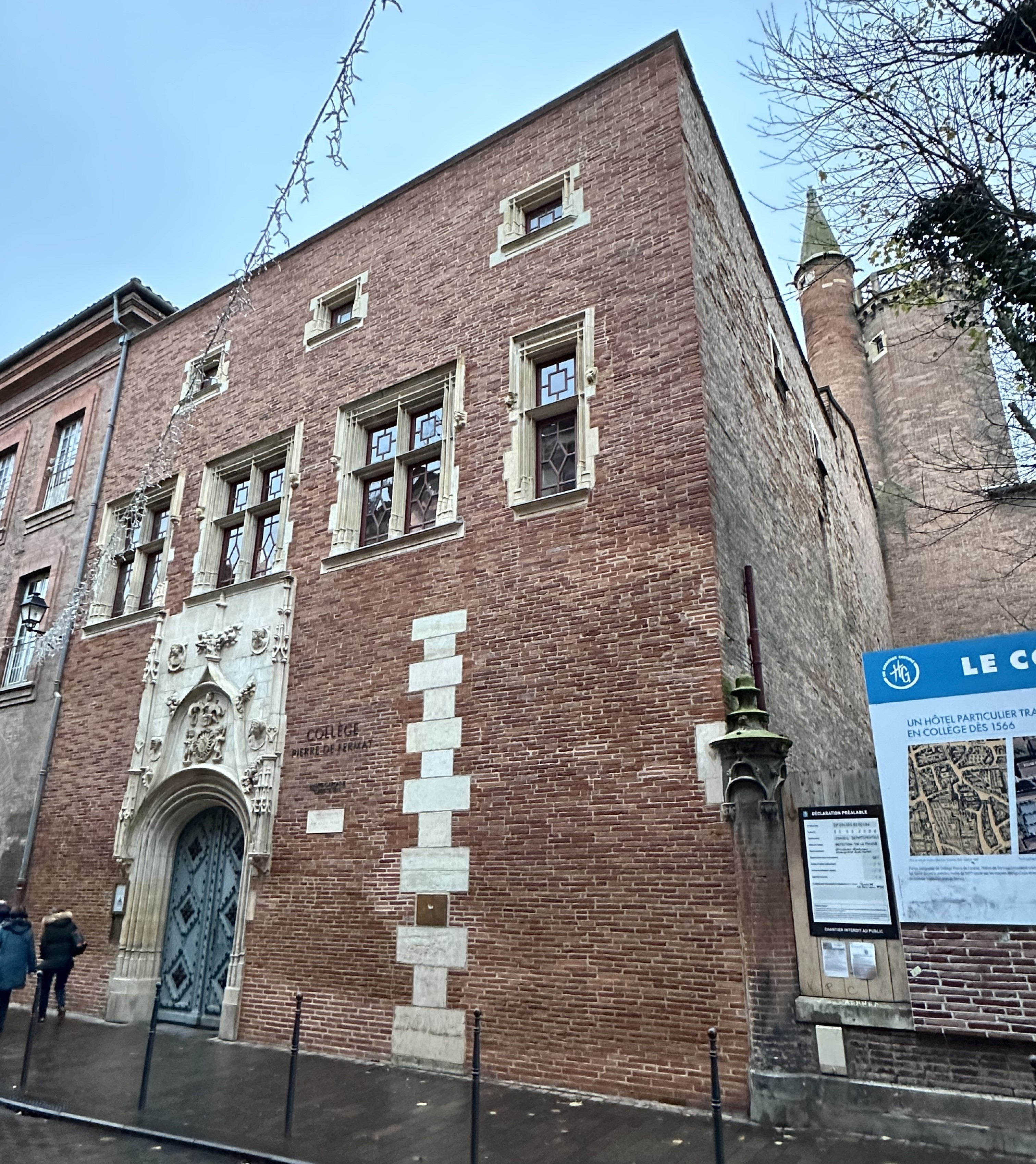
L'hôtel de Bernuy
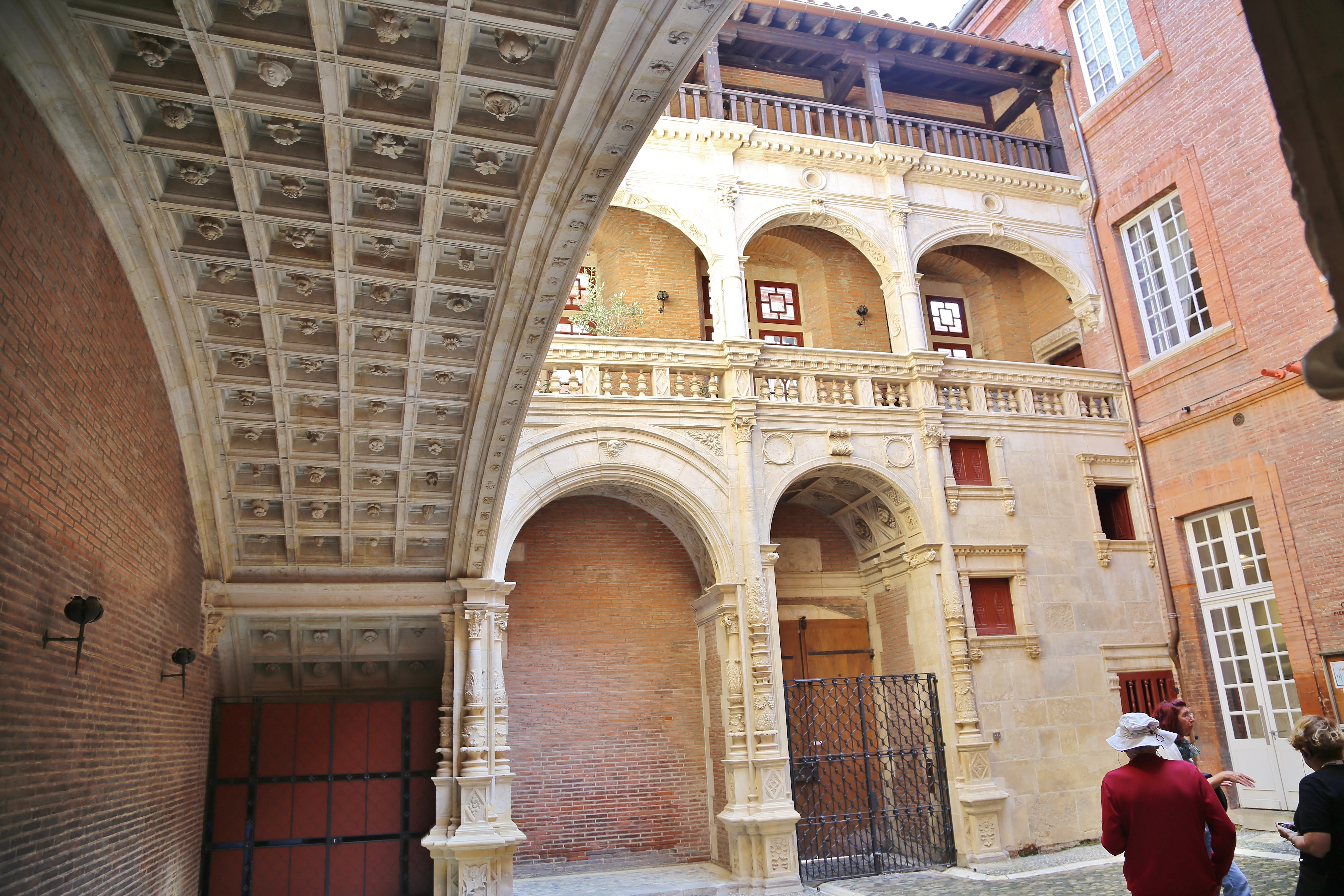
Bernuy : la cour Renaissance
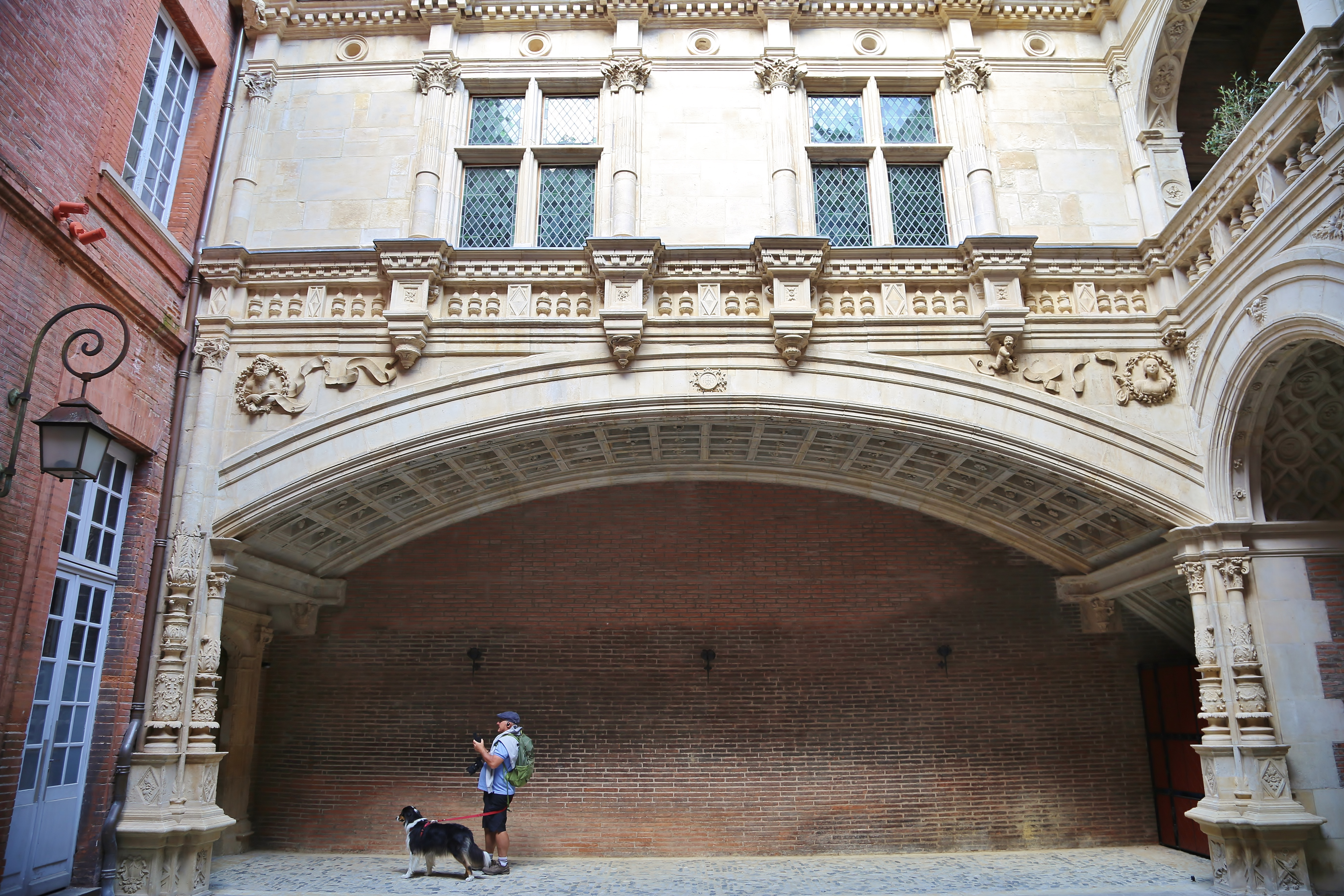
Bernuy : la voûte surbaissée
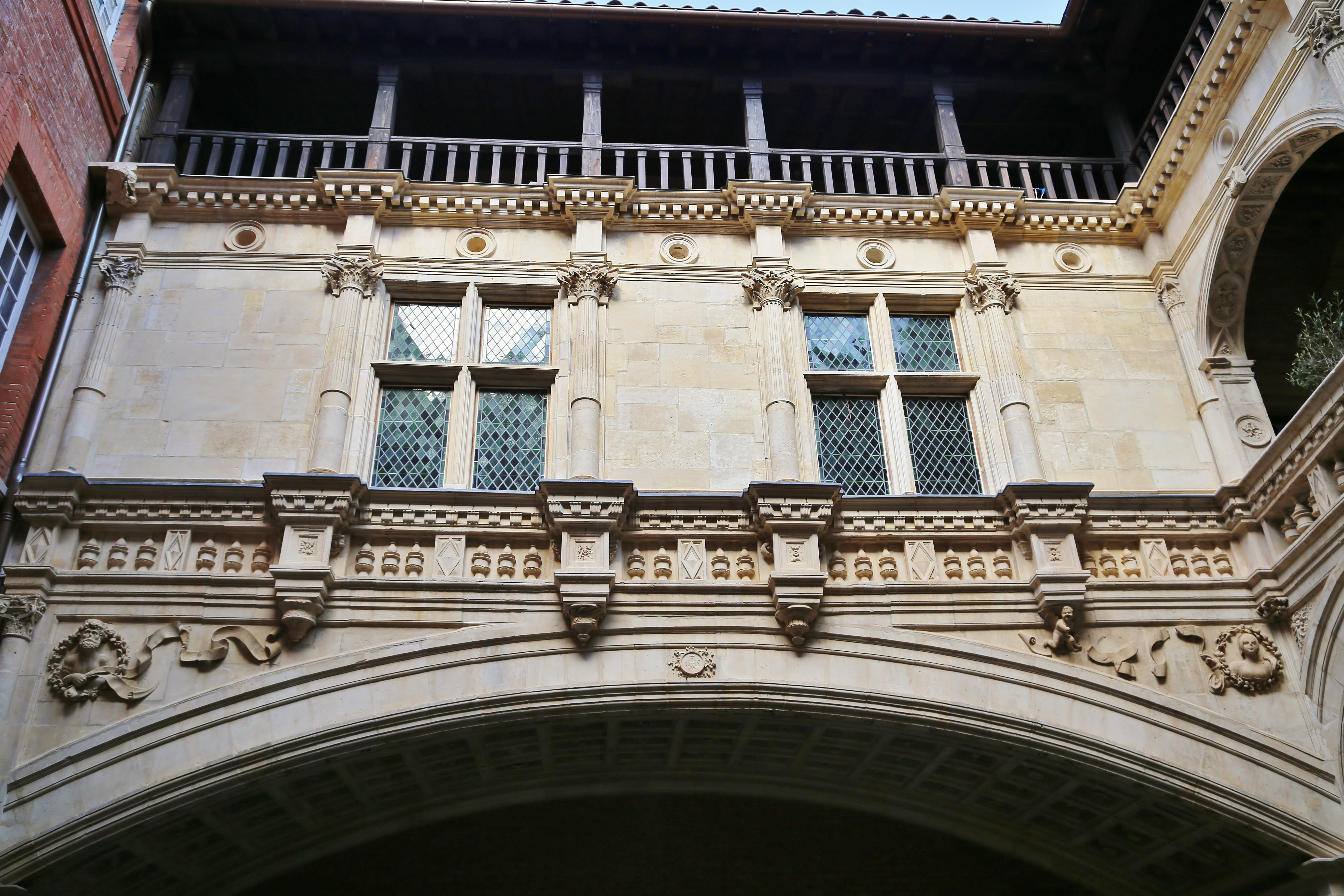
Bernuy : fenêtres sur cour
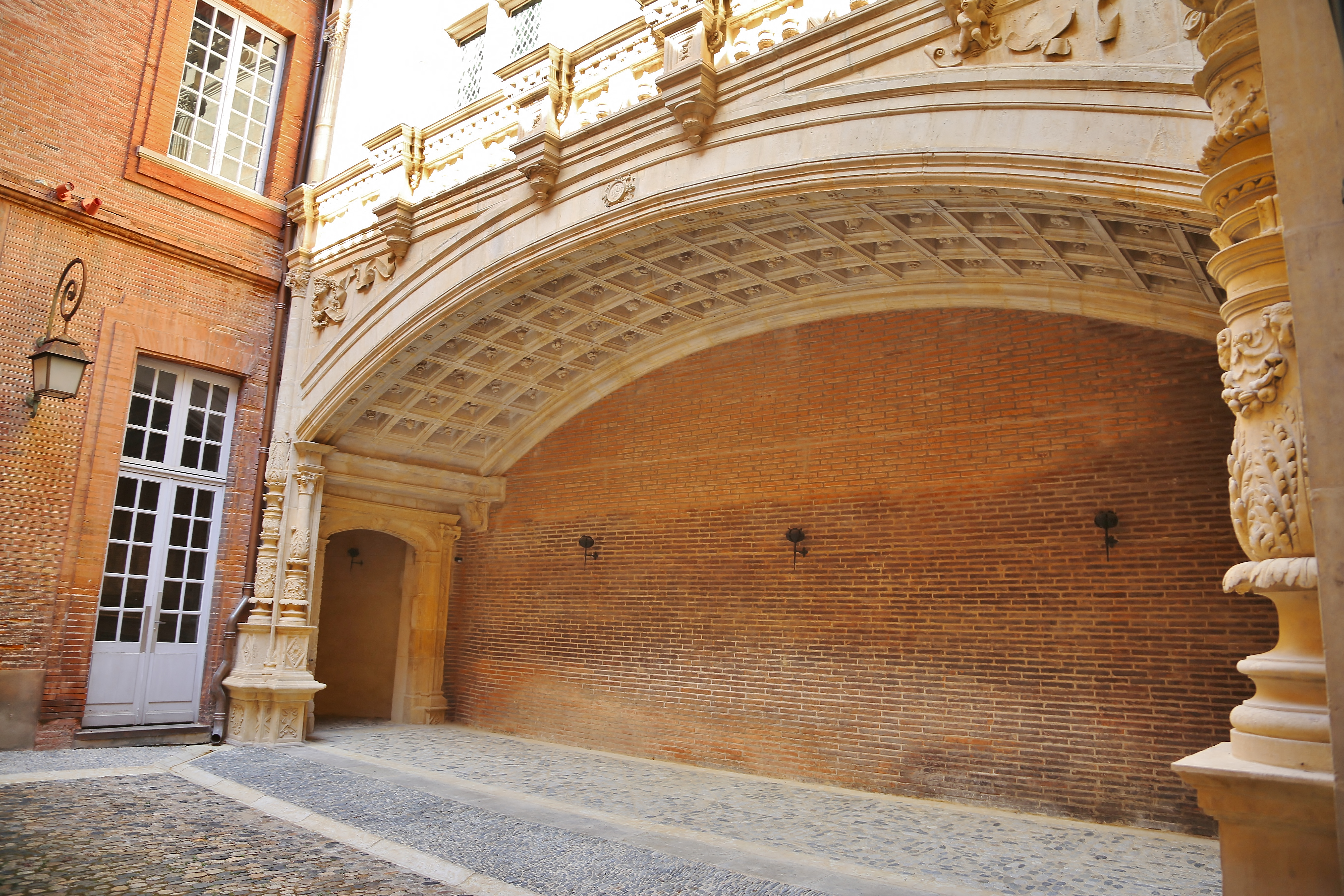
Bernuy : voûte et colonnes-candélabres
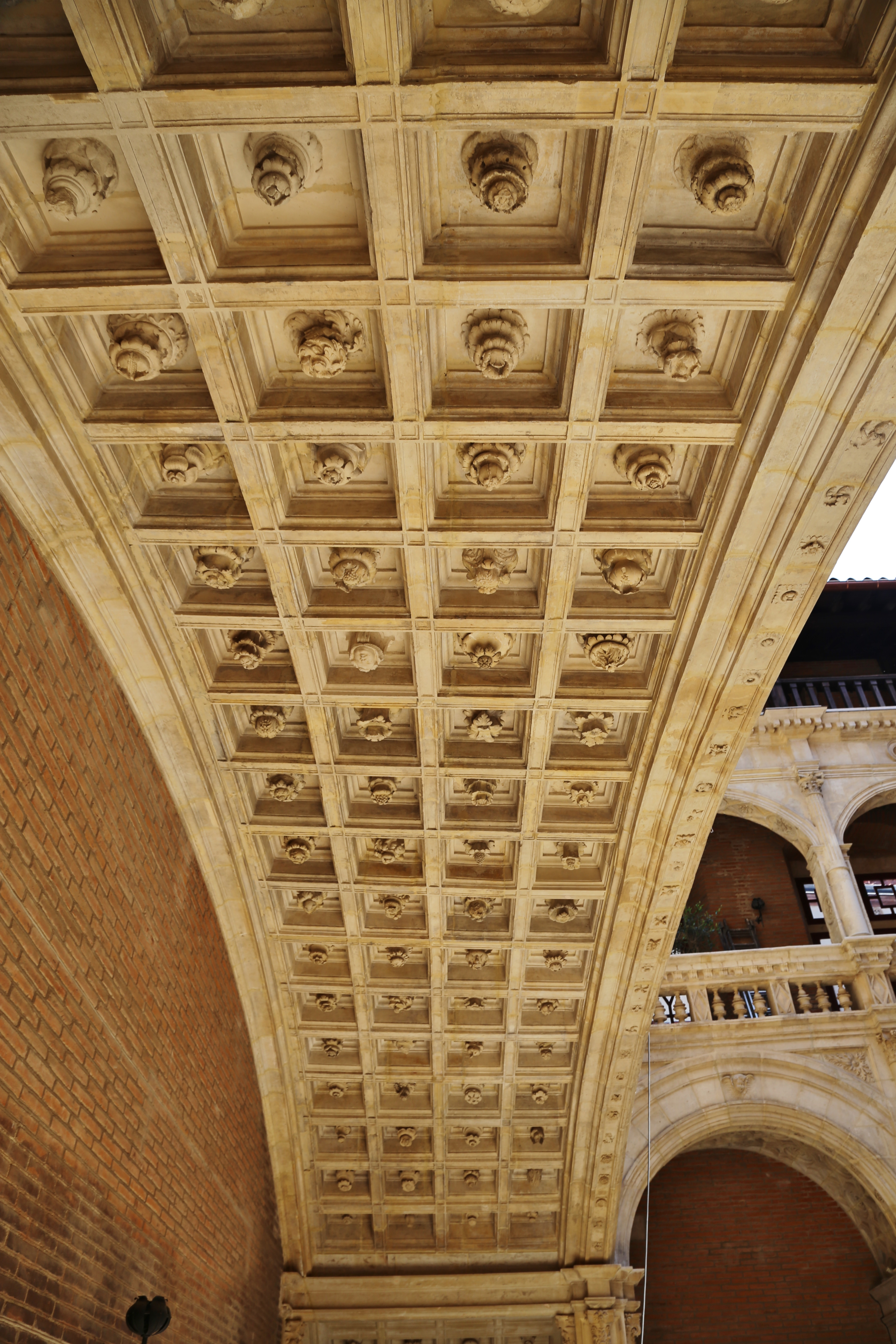
Bernuy : les caissons de la voûte
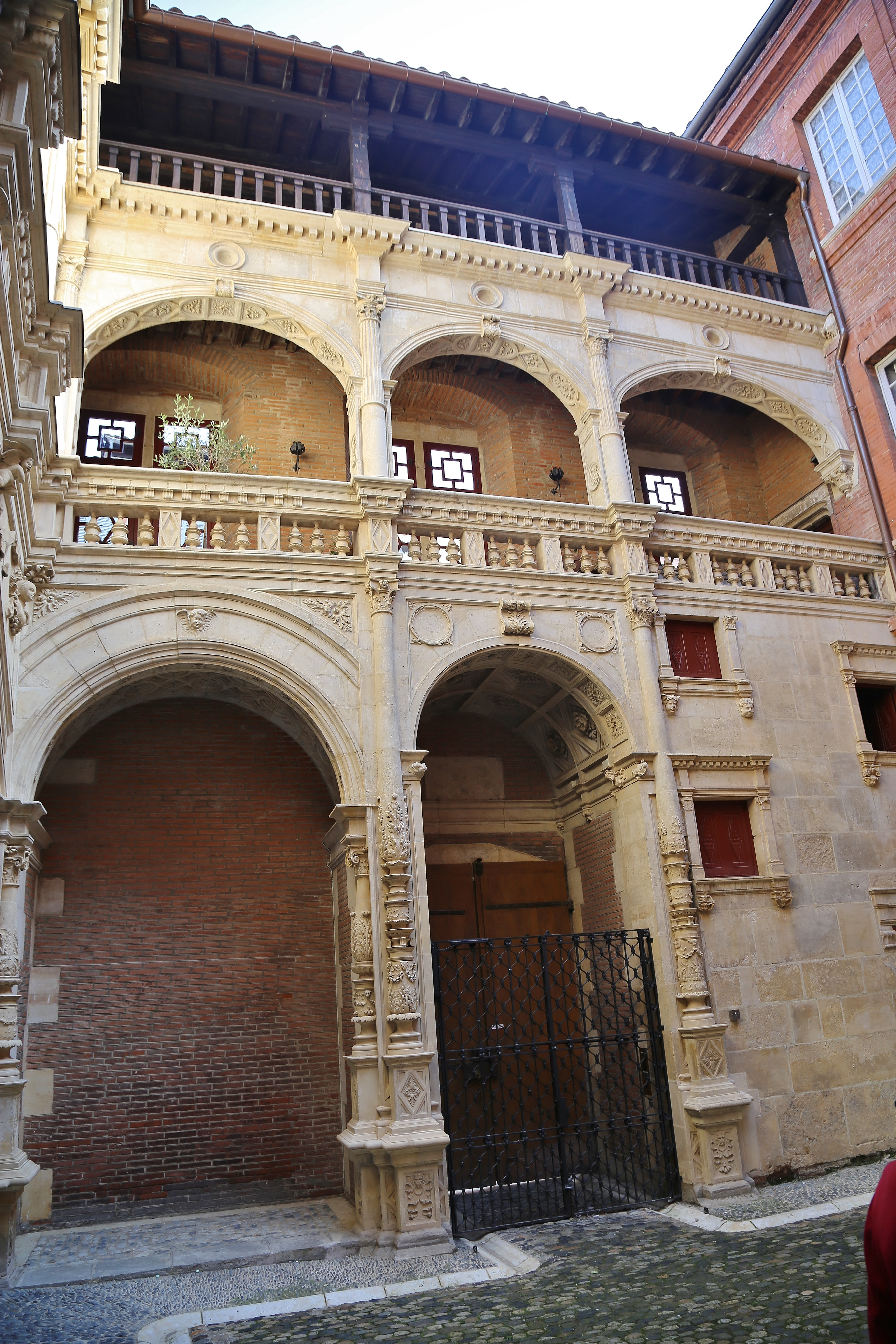
Bernuy : la galerie au-dessus du portail
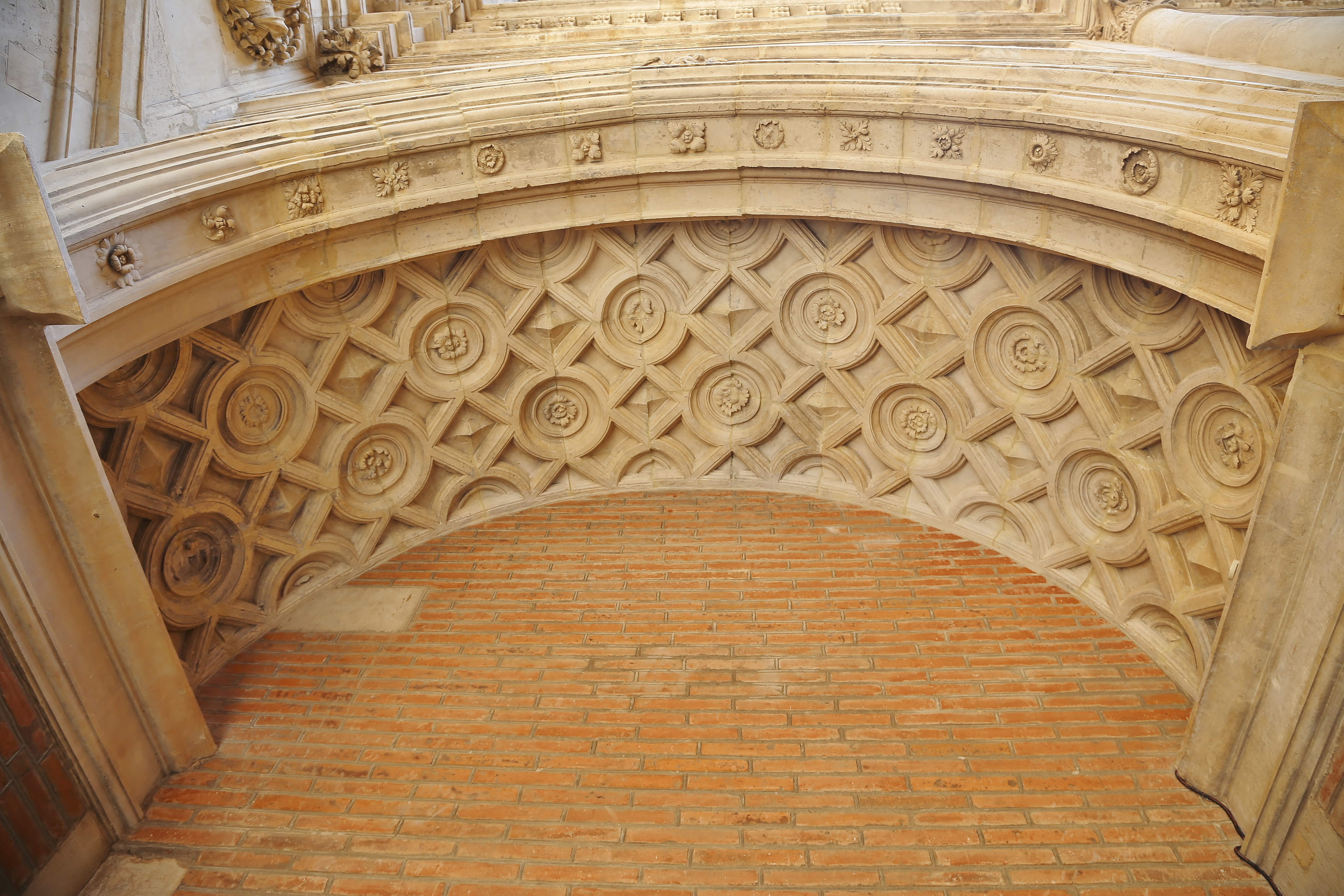
Bernuy
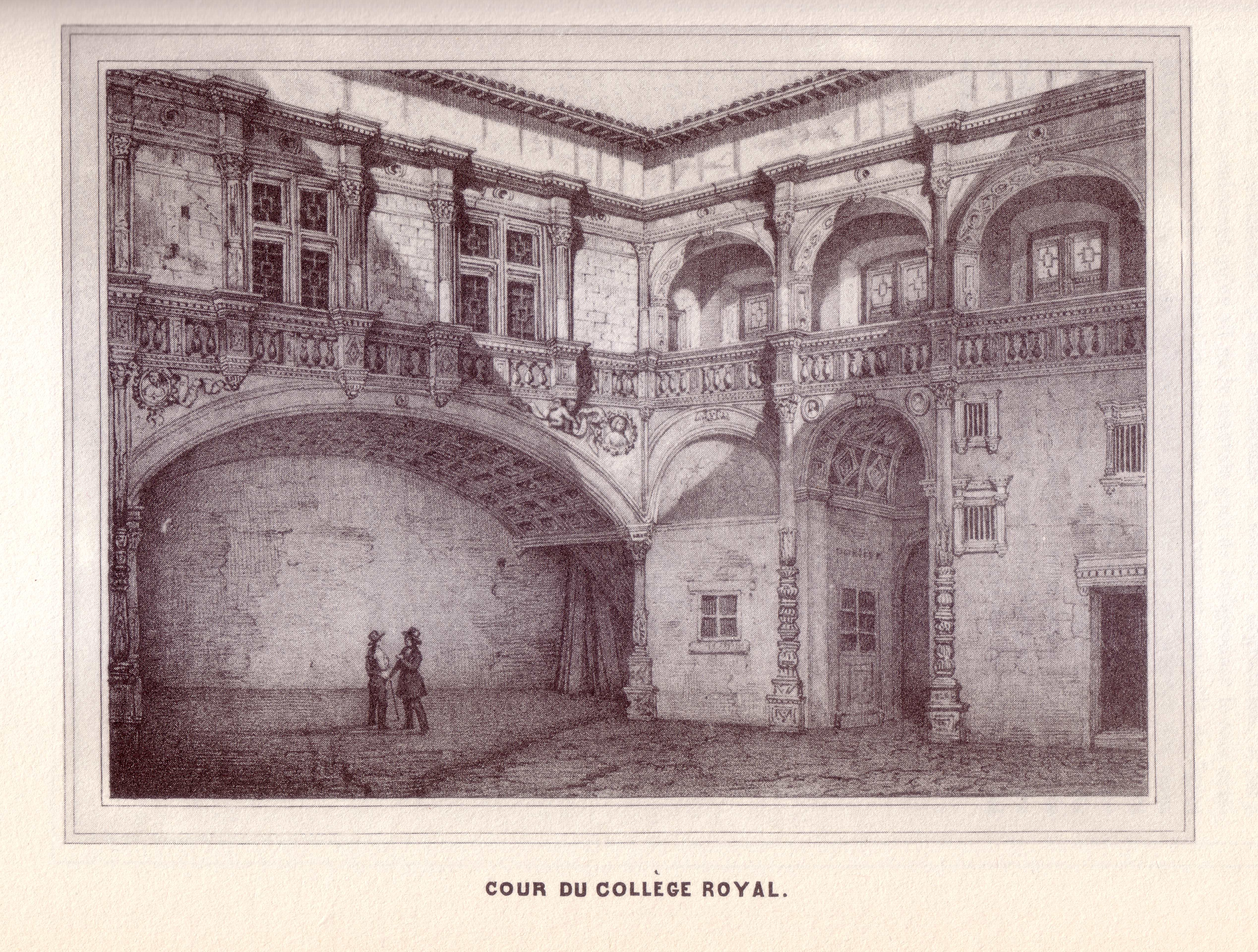
Bernuy : dessin de la cour, du XIXe siècle
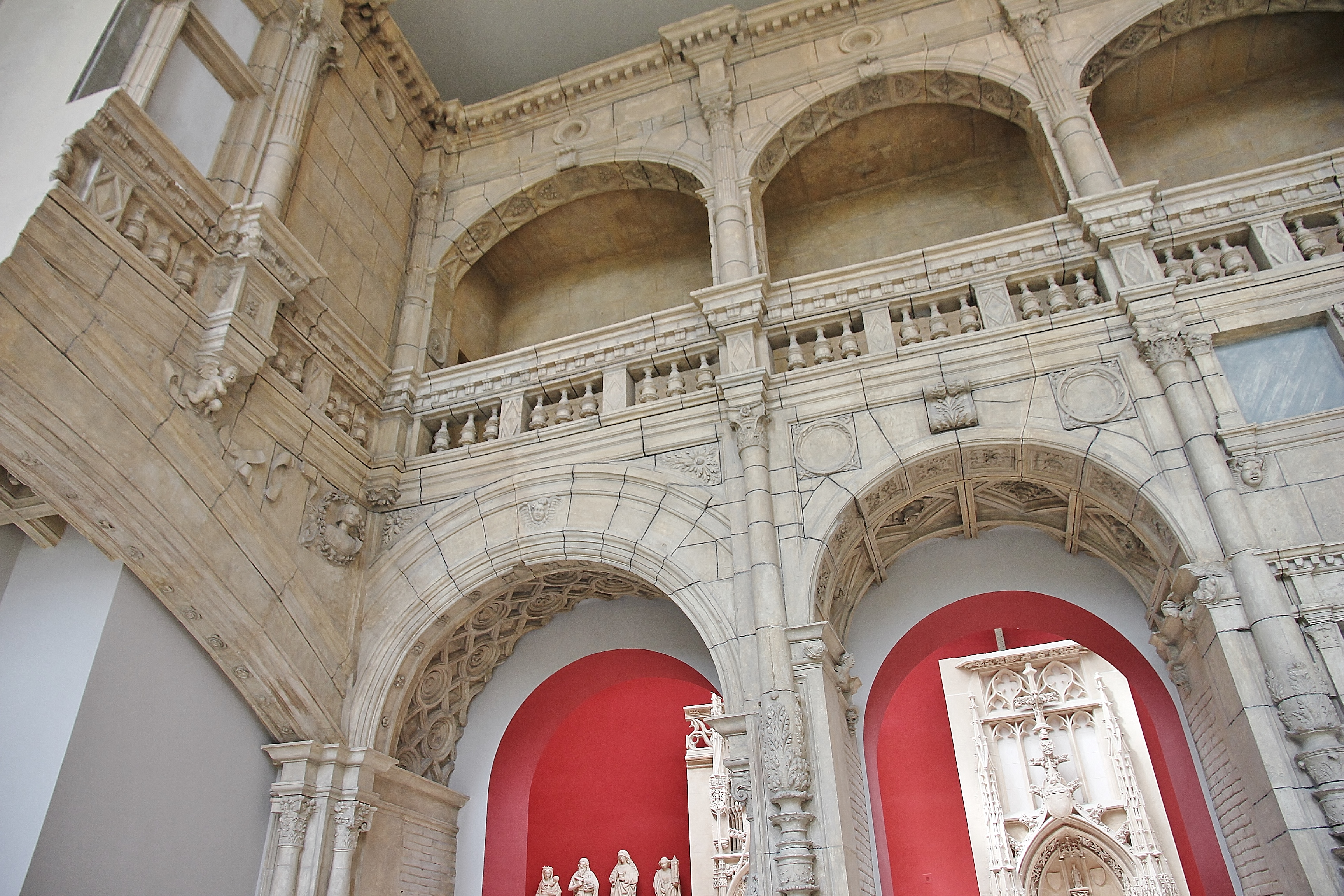
Bernuy : moulage de la cour à la Cité de l'architecture et du patrimoine
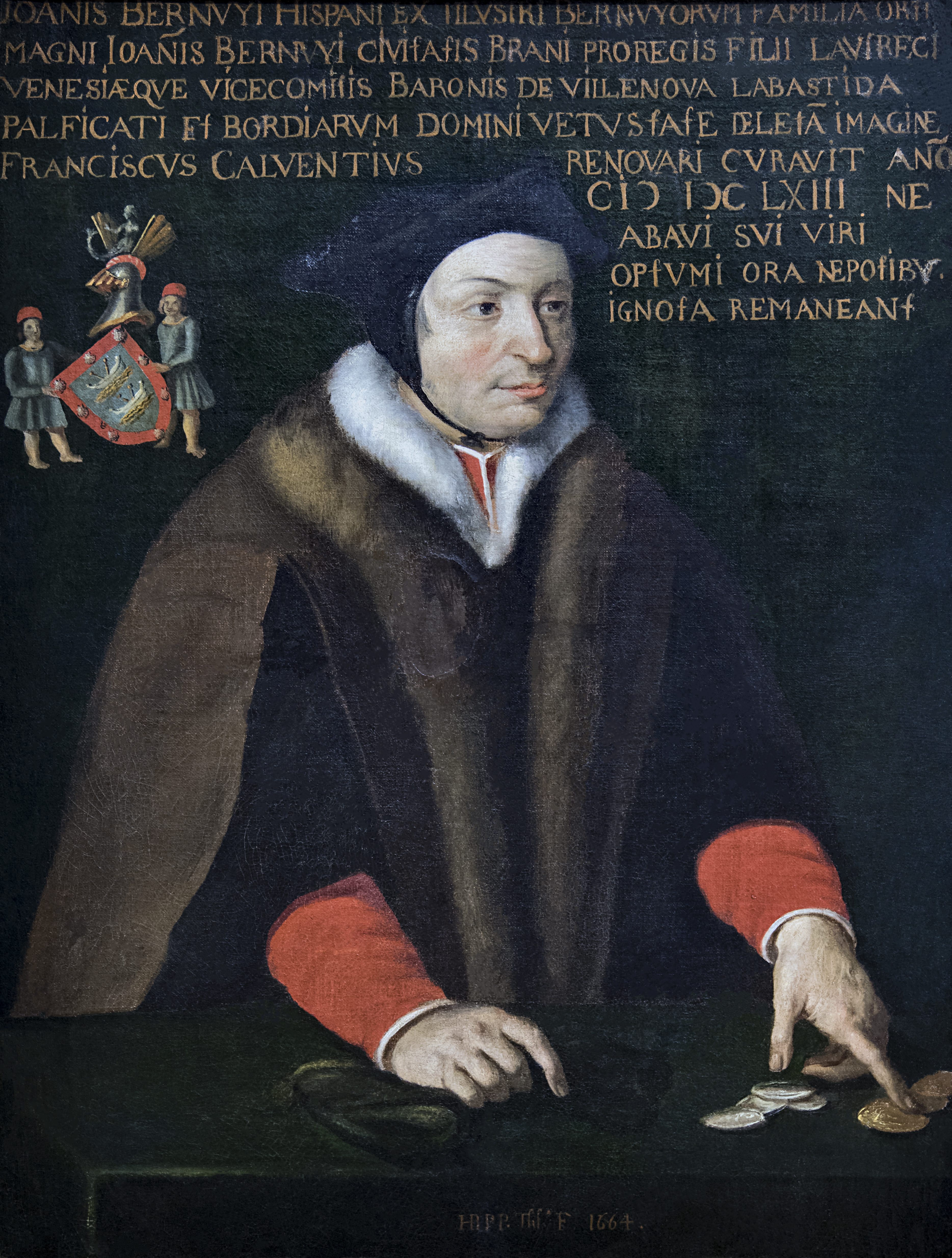
Portrait de Jean de Bernuy
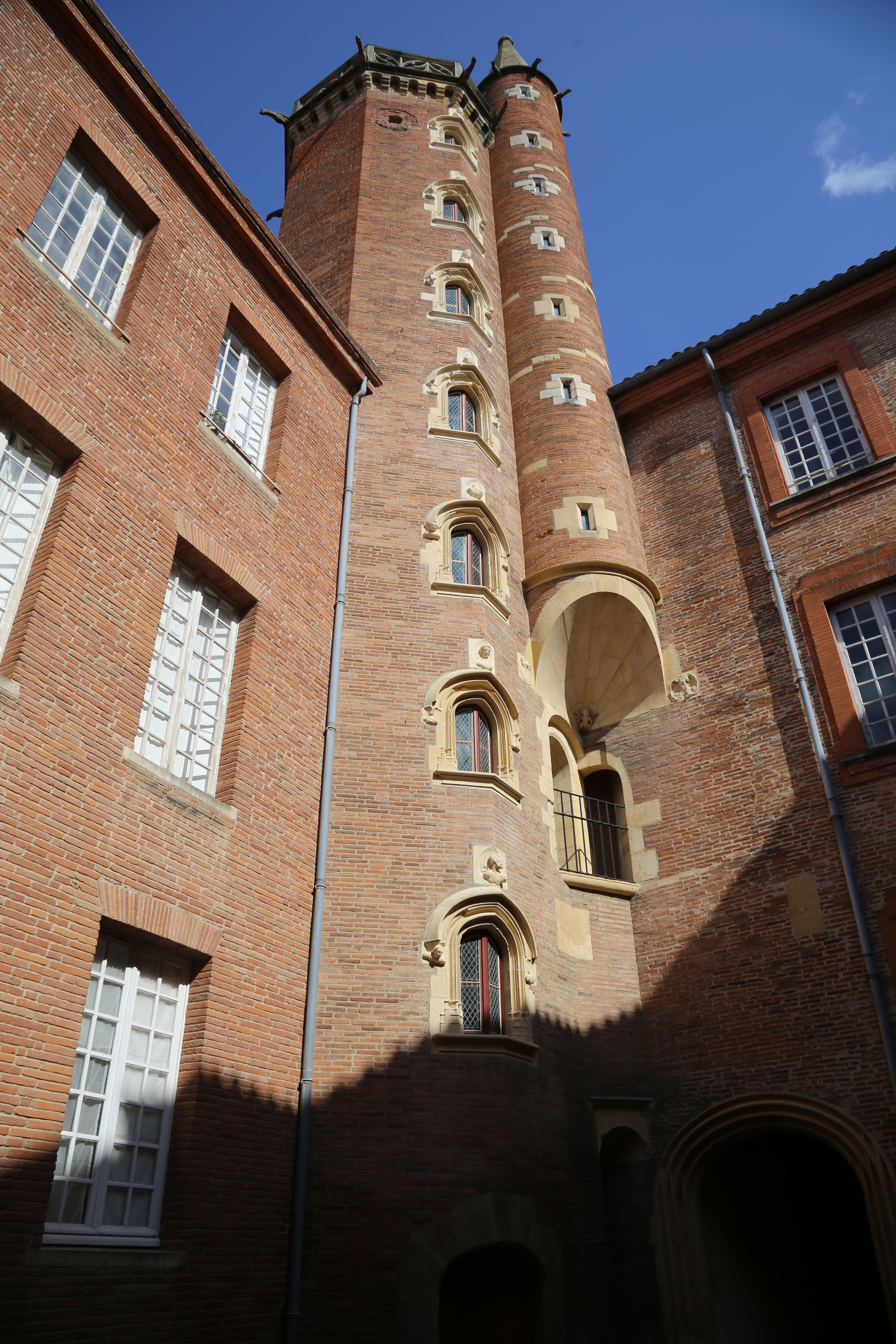
Tour gothique (1504).

### L'hôtel de Guillaume de Bernuy
Adresse : 5 rue de la Pomme.
On doit cet hôtel à l'architecte et sculpteur Nicolas Bachelier, qui l'éleva entre 1540 et 1544 pour le greffier au Parlement Guillaume de Bernuy, fils du célèbre marchand de pastel Jean de Bernuy. Bachelier édifia un bâtiment à deux étages entre cour et jardin. Comme à l'hôtel de Bagis l'escalier est à rampe droite en œuvre, sa travée est signalée par un monumental portail en pierre, morceau de bravoure suppléant la traditionnelle tour d'escalier dans son rôle honorifique.
Bachelier reprit pour les fenêtres la formule qu'il avait développée à l'hôtel de Bagis, enrichie de décors maniéristes s'inspirant des ornements de la galerie François Ier à Fontainebleau, mais aussi de gravures de Fantuzzi, Androuet du Cerceau ou Léonard Thiry parues seulement quelques années plus tôt, ce qui témoigne de la rapidité avec laquelle les formes ont circulé à la Renaissance.

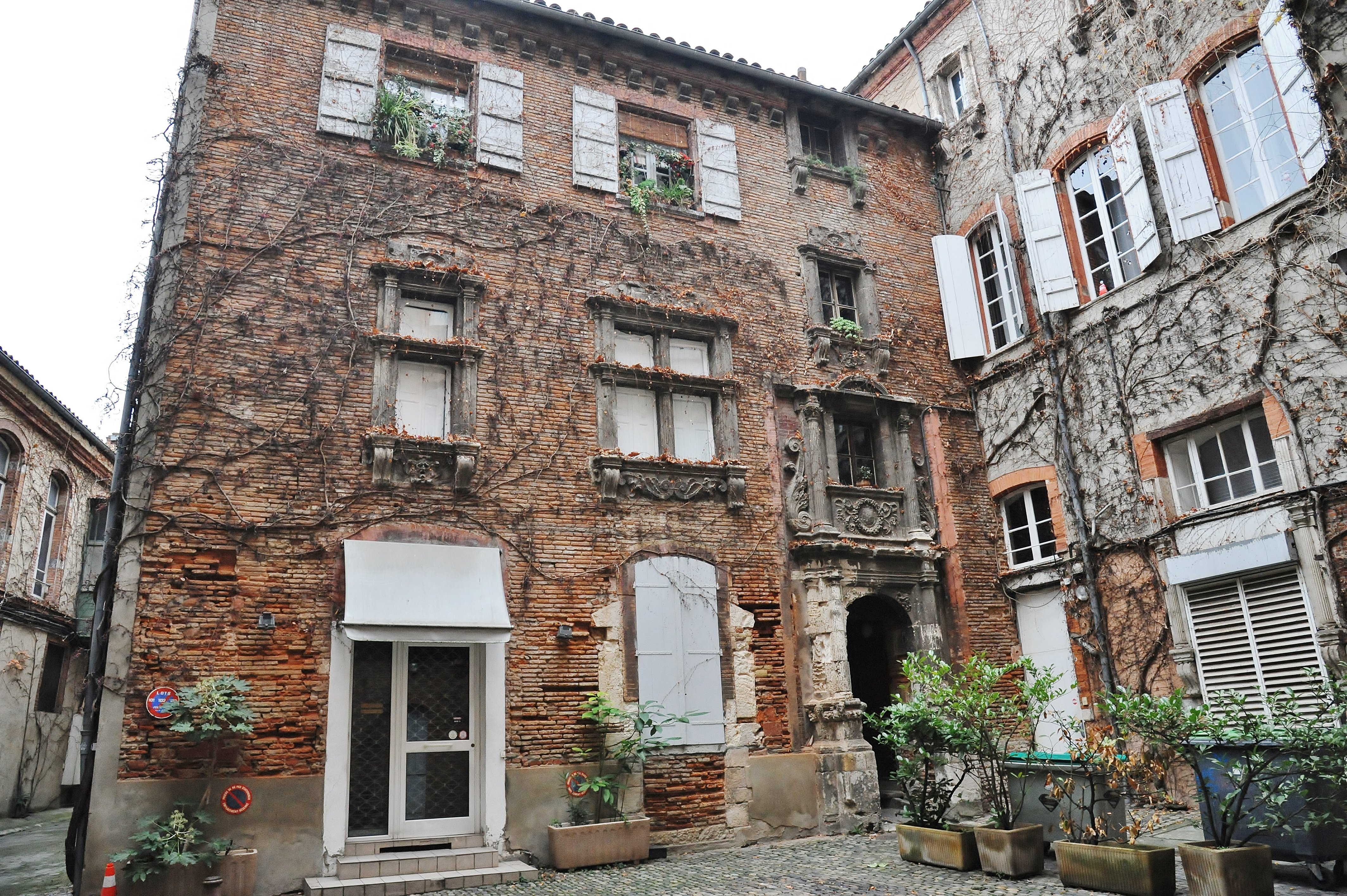
Hôtel Guillaume de Bernuy.
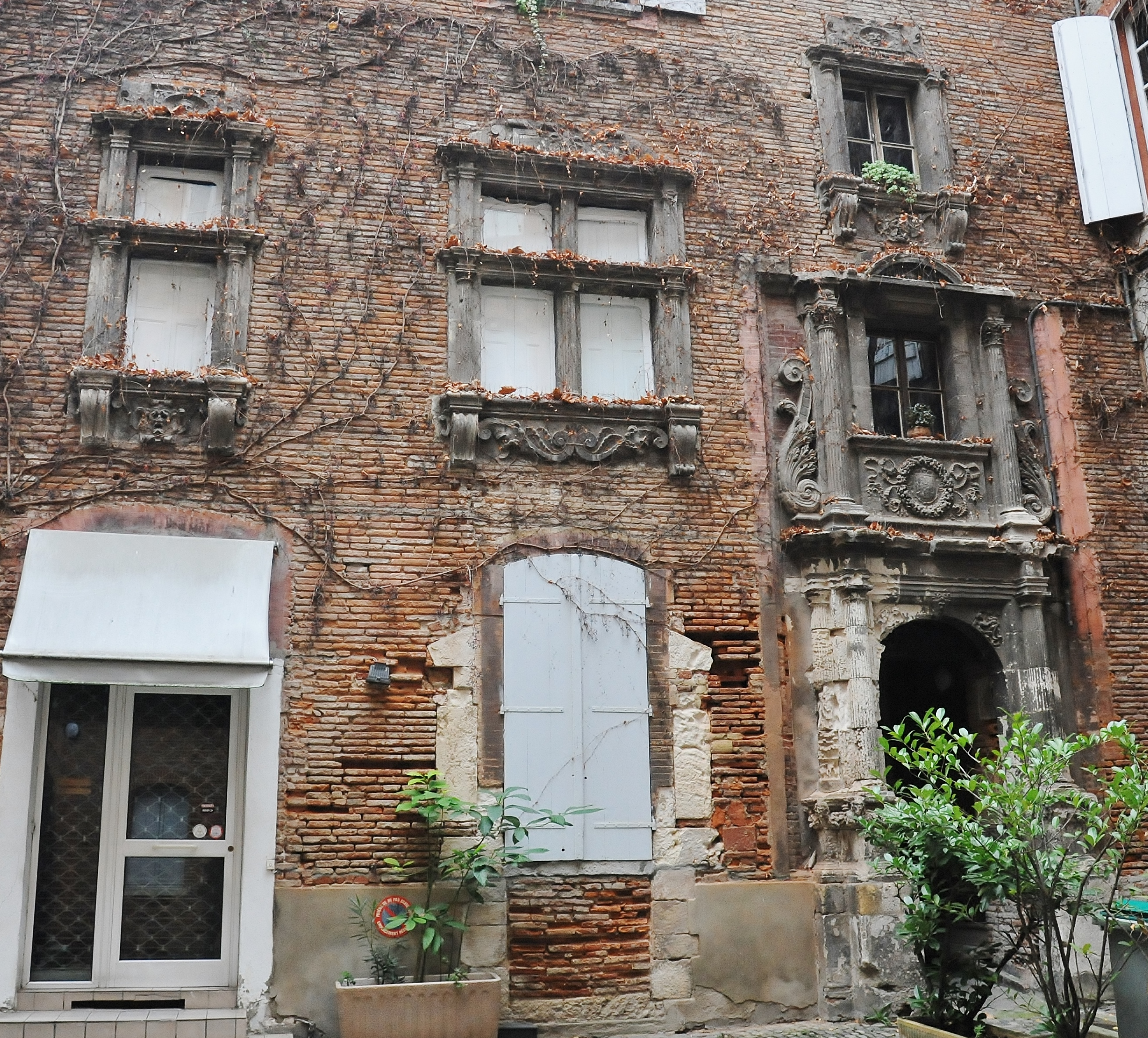
Hôtel Guillaume de Bernuy : façade sur cour.
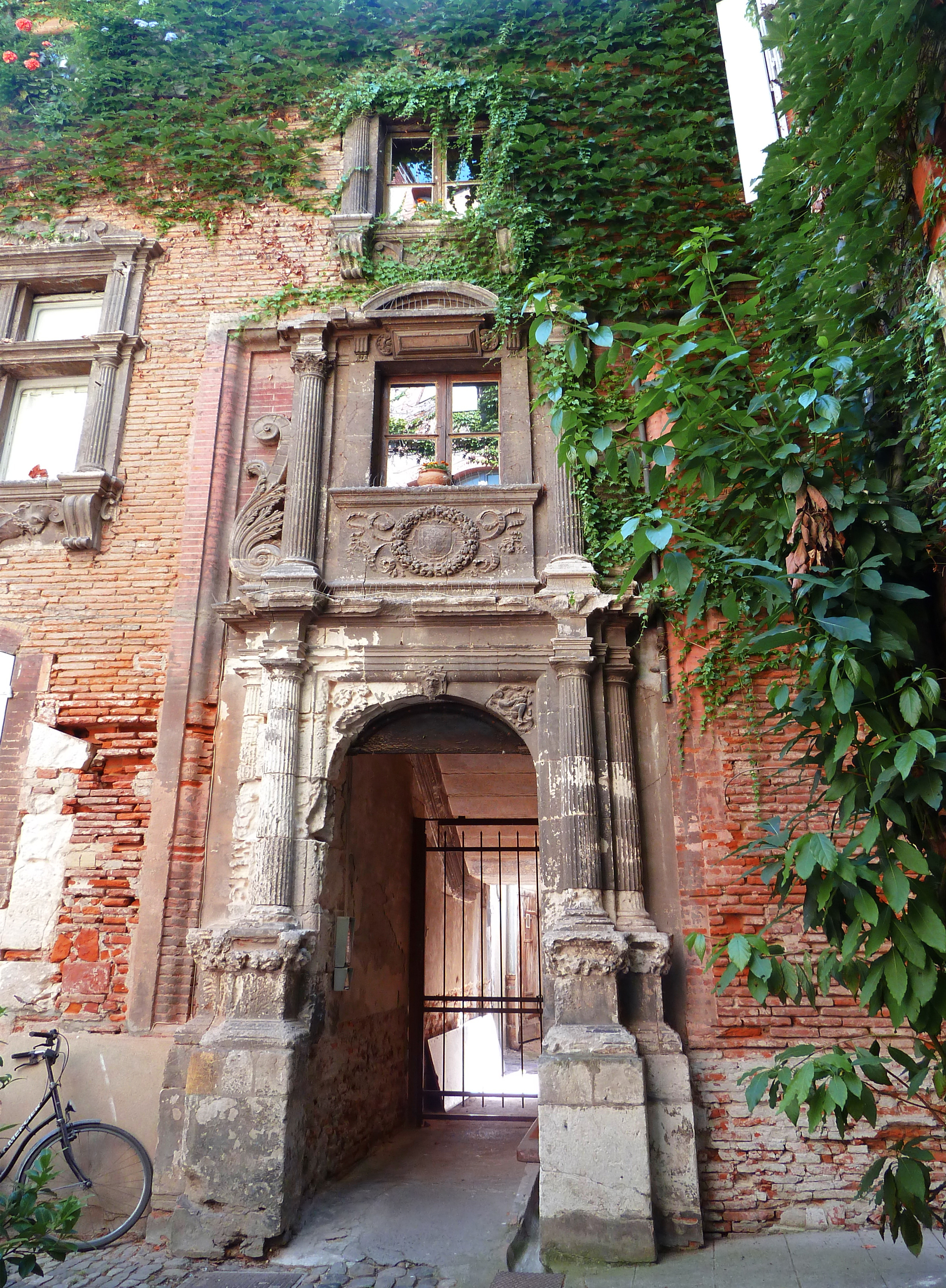
Guillaume de Bernuy : portail.
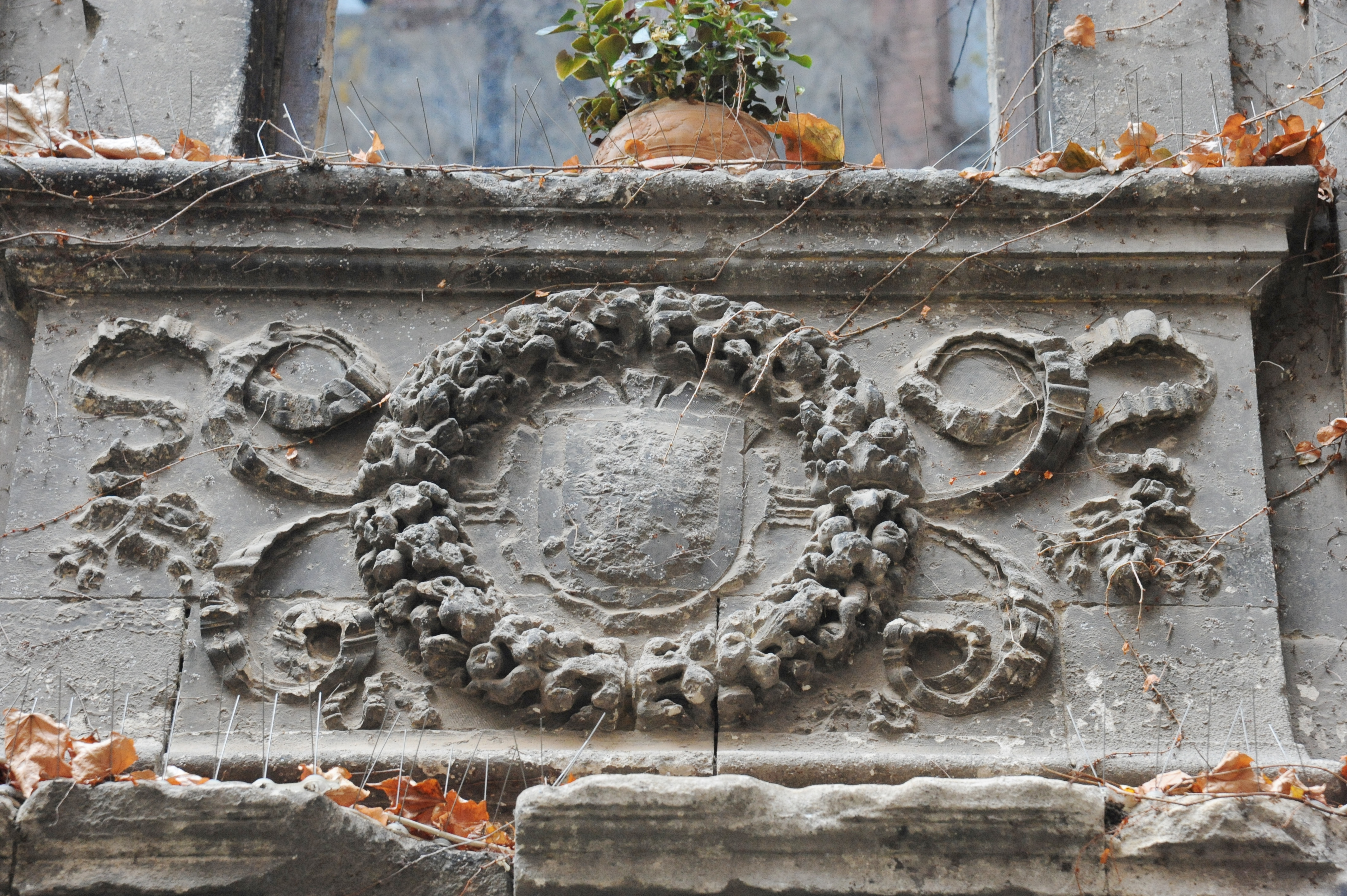
Guillaume de Bernuy : chapeau de triomphe où étaient sculptées les armes du propriétaire.
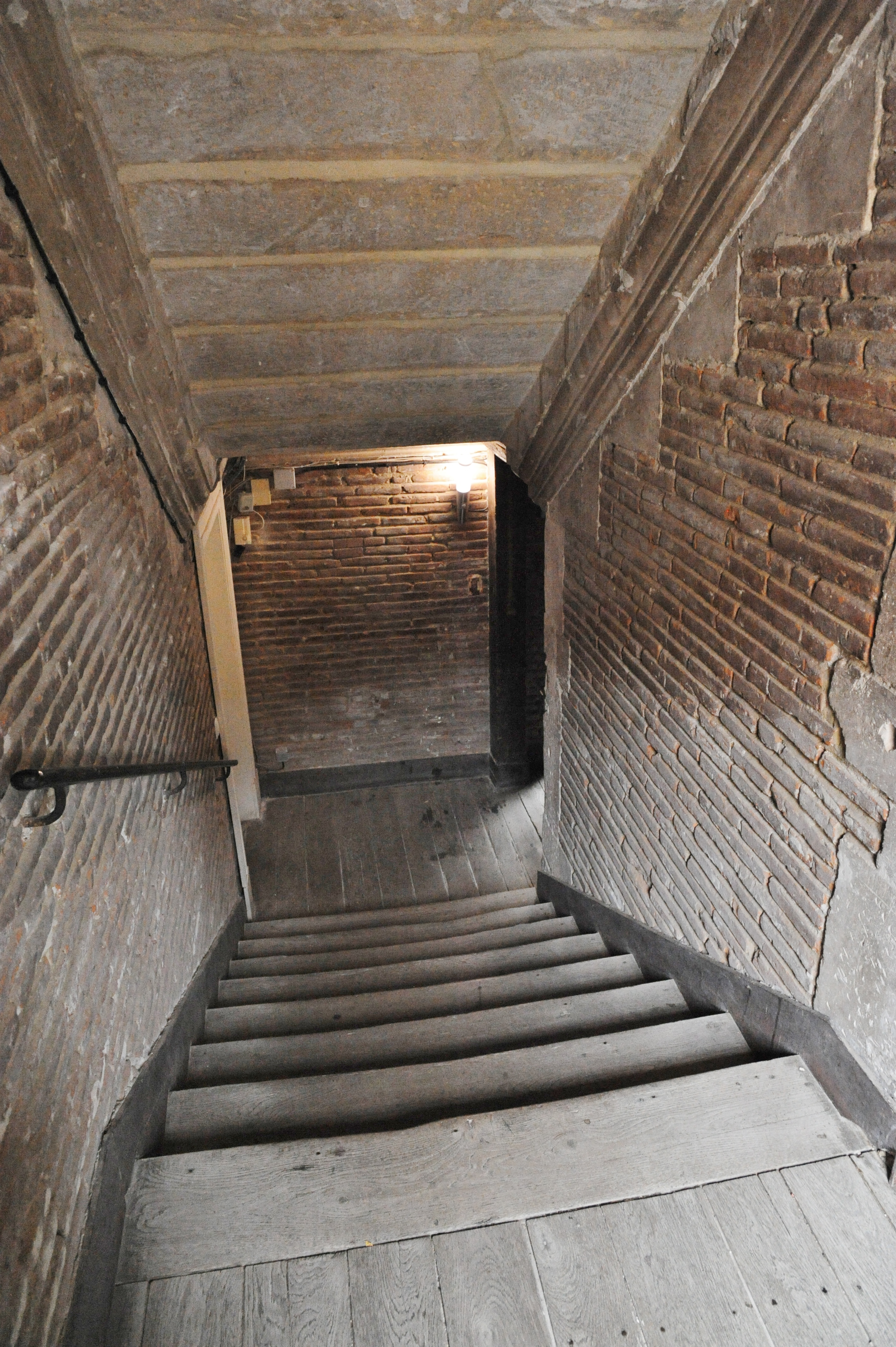
Guillaume de Bernuy : escalier à rampes droites.
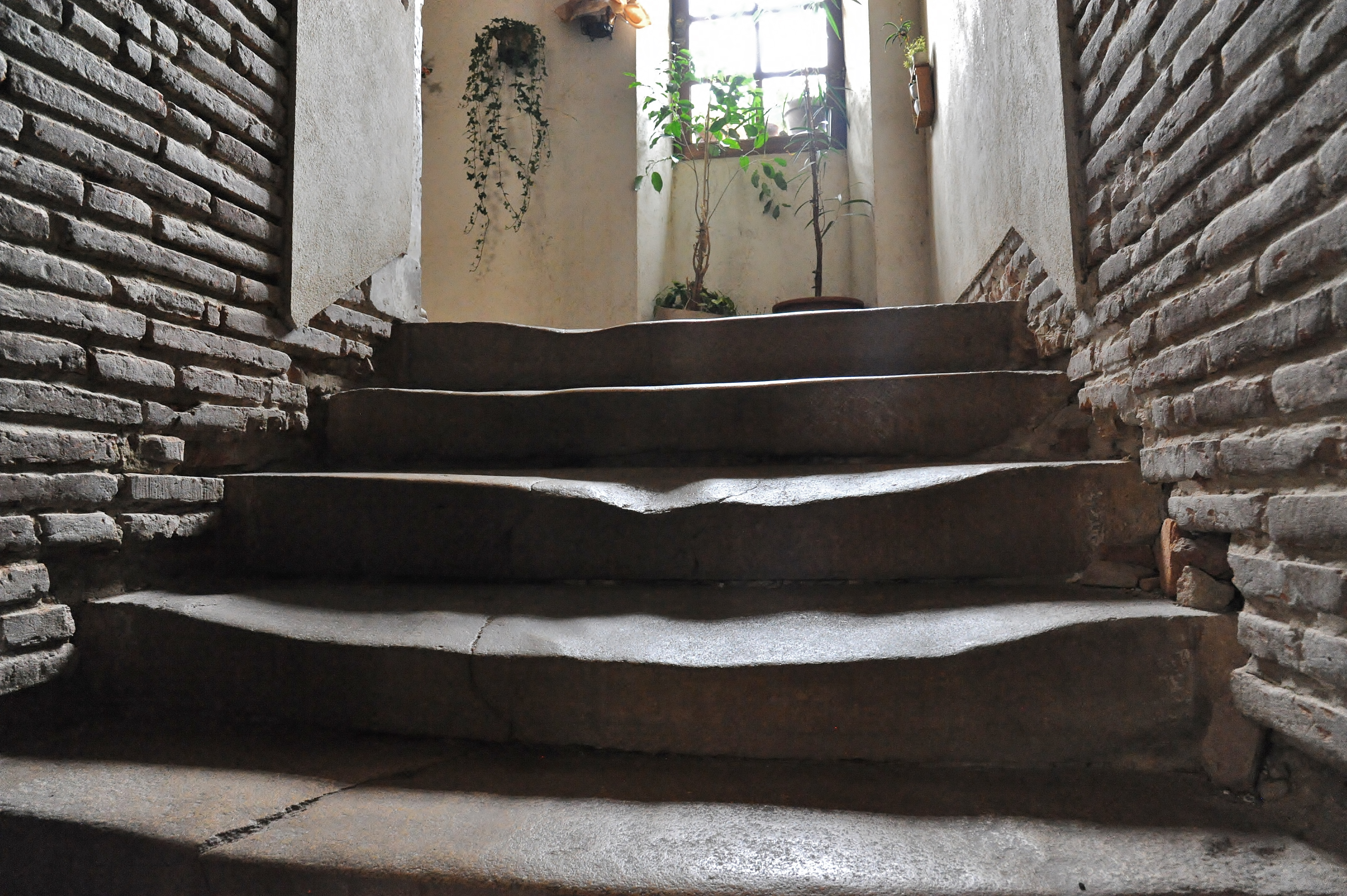
Guillaume de Bernuy : seul le haut de l'escalier a conservé ses degrés de pierre.

### L'hôtel de Boysson-Cheverry
Adresse : 11 rue Malcousinat.
En 1535, l'hôtel de Boysson fut racheté par le marchand de pastel Jean Cheverry qui l'agrandit notablement et l'enrichit de divers éléments Renaissance. La tour d'escalier de style gothique est ainsi ornée d'une belle fenêtre Renaissance, tandis que sur le jardin (aujourd'hui la deuxième cour) Jean Cheverry fit ajouter une galerie à arcades.

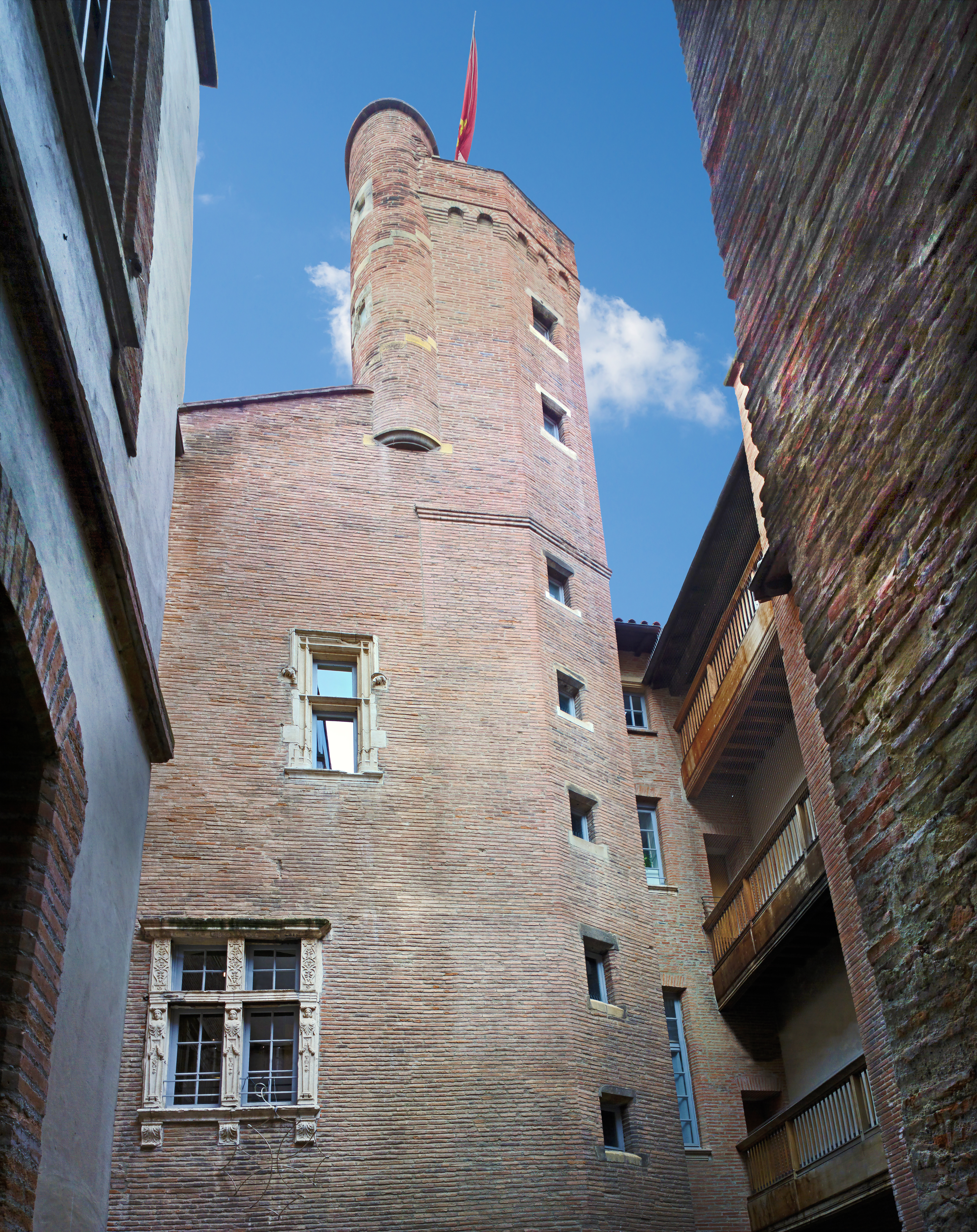
Hôtel de Boysson-Cheverry : Tour gothique avec fenêtre Renaissance.
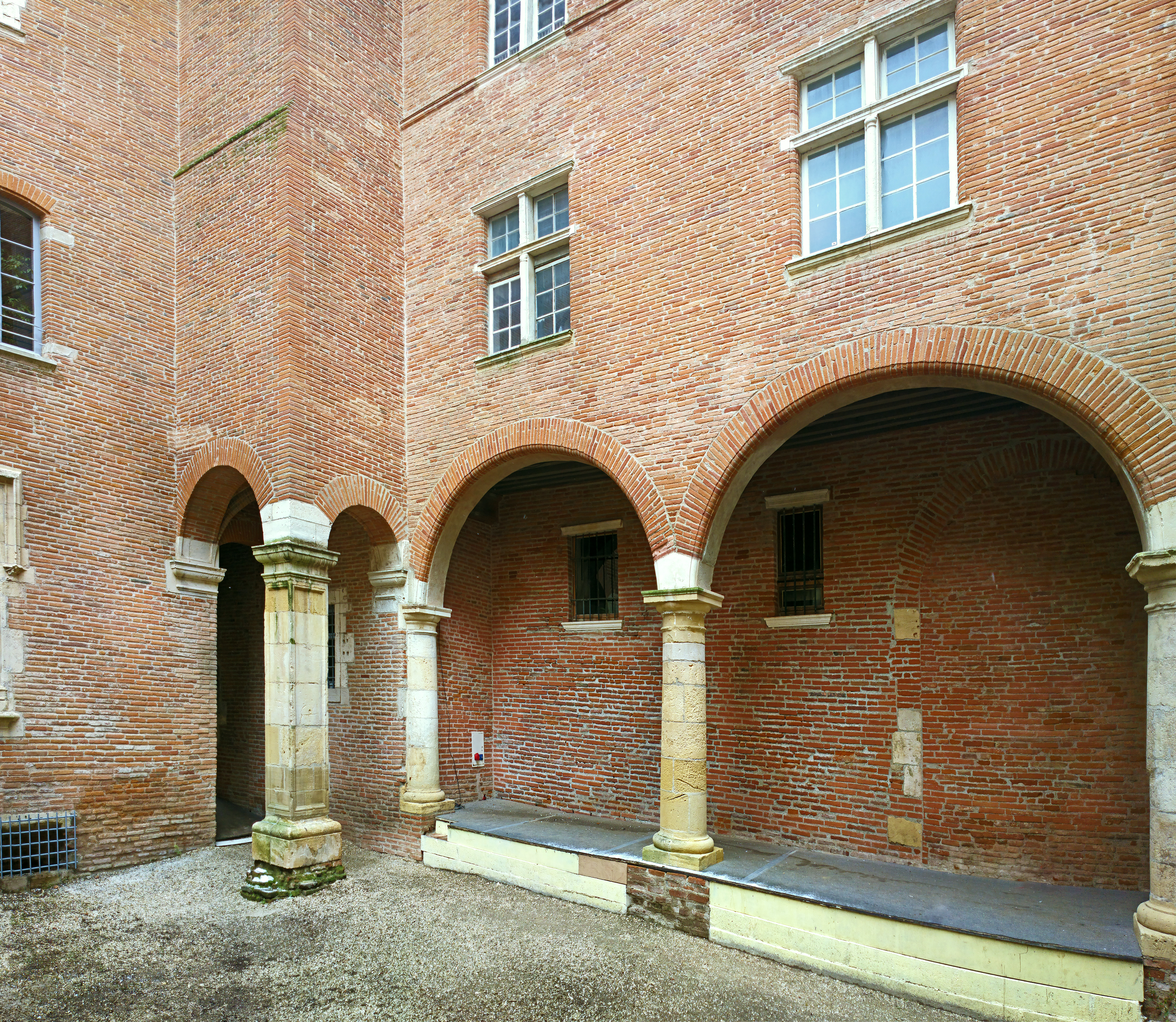
Boysson-Cheverry : galerie à arcades.
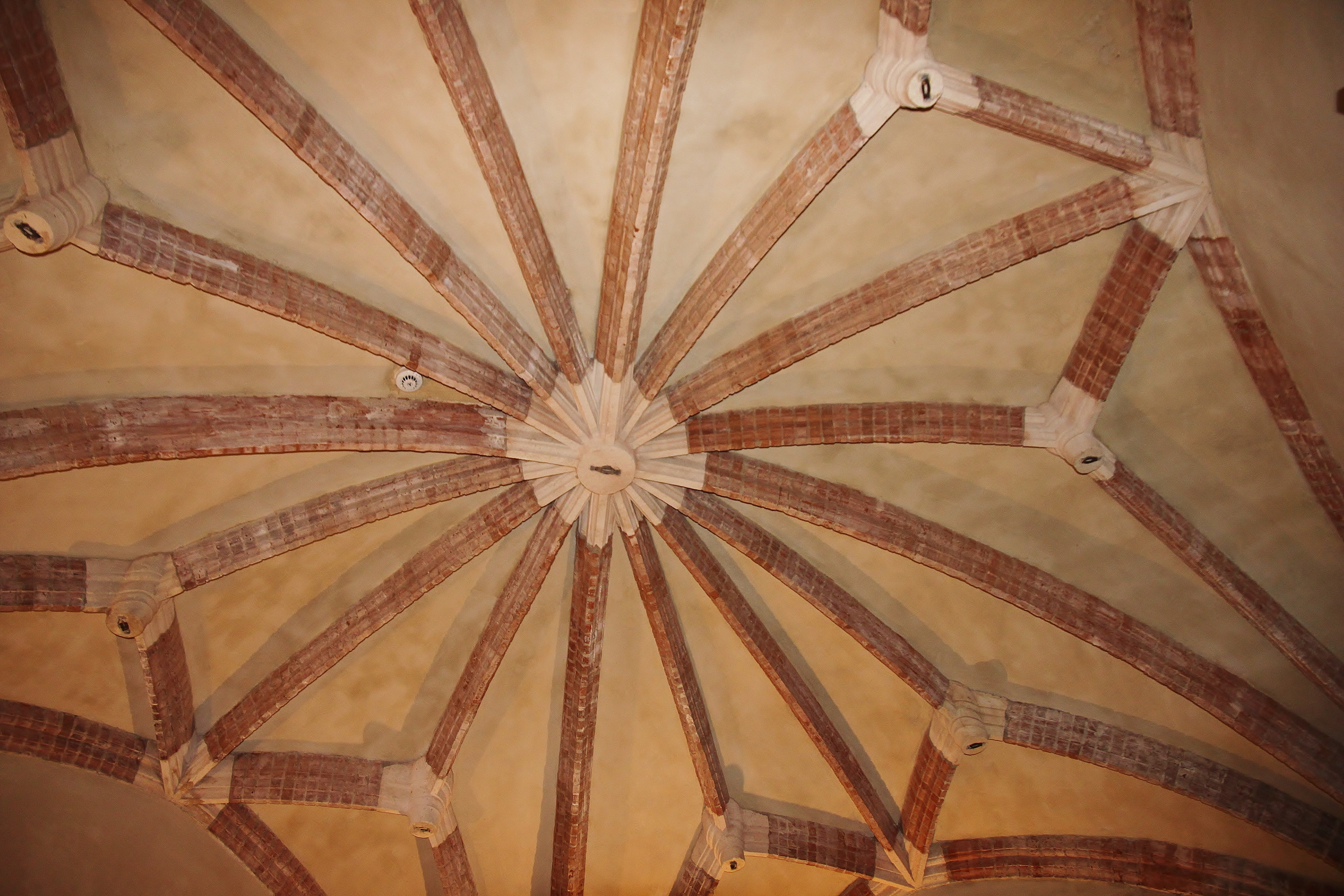
Hôtel de Boysson-Cheverry : voûte.
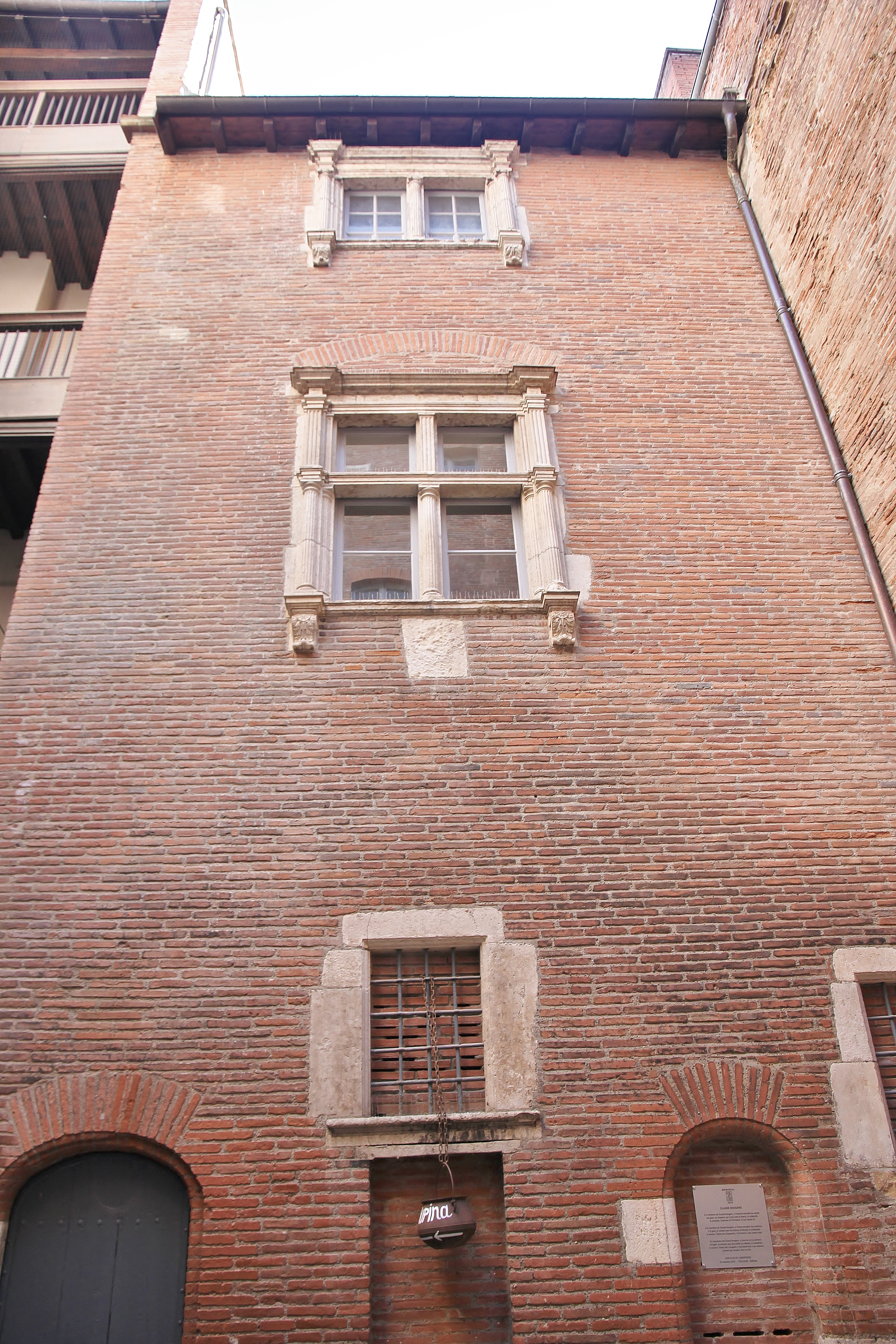
Boysson-Cheverry : fenêtres Renaissance.

### L'hôtel de Brucelles
Adresse : 19 rue des Changes.
C'est en 1544 que le marchand drapier Arnaud de Brucelles (capitoul en 1534-35) fit édifier son hôtel sur une petite parcelle située en plein cœur du quartier marchand. Dans la cour minuscule, une très haute tour d'escalier exprime l'ambition du propriétaire. Chaque fenêtre, encadrée de colonnettes aux chapiteaux classiques, est couronnée par un buste en pierre représentant un personnage vêtu à l'antique (cuirasse, toge) ou à la mode du XVIe siècle. Sur les autres corps de bâtiment se trouvent des fenêtres à pilastres ou colonnes cannelés, ainsi que des galeries aujourd'hui murées dont les balustres déclinent au fil des étages la superposition des ordres classiques selon un ordre inversé (corinthien, ionique, dorique).

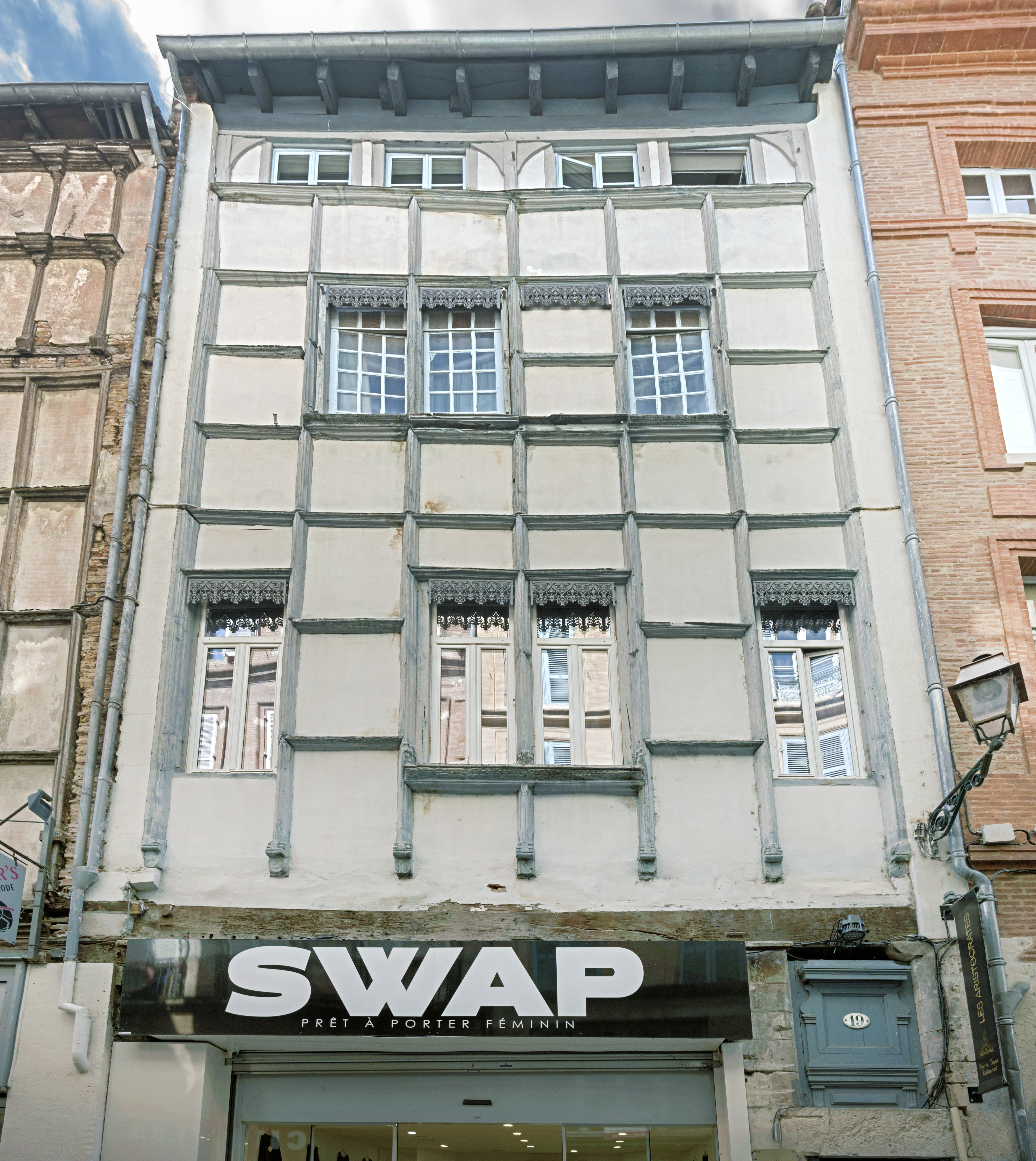
Hôtel de Brucelles.
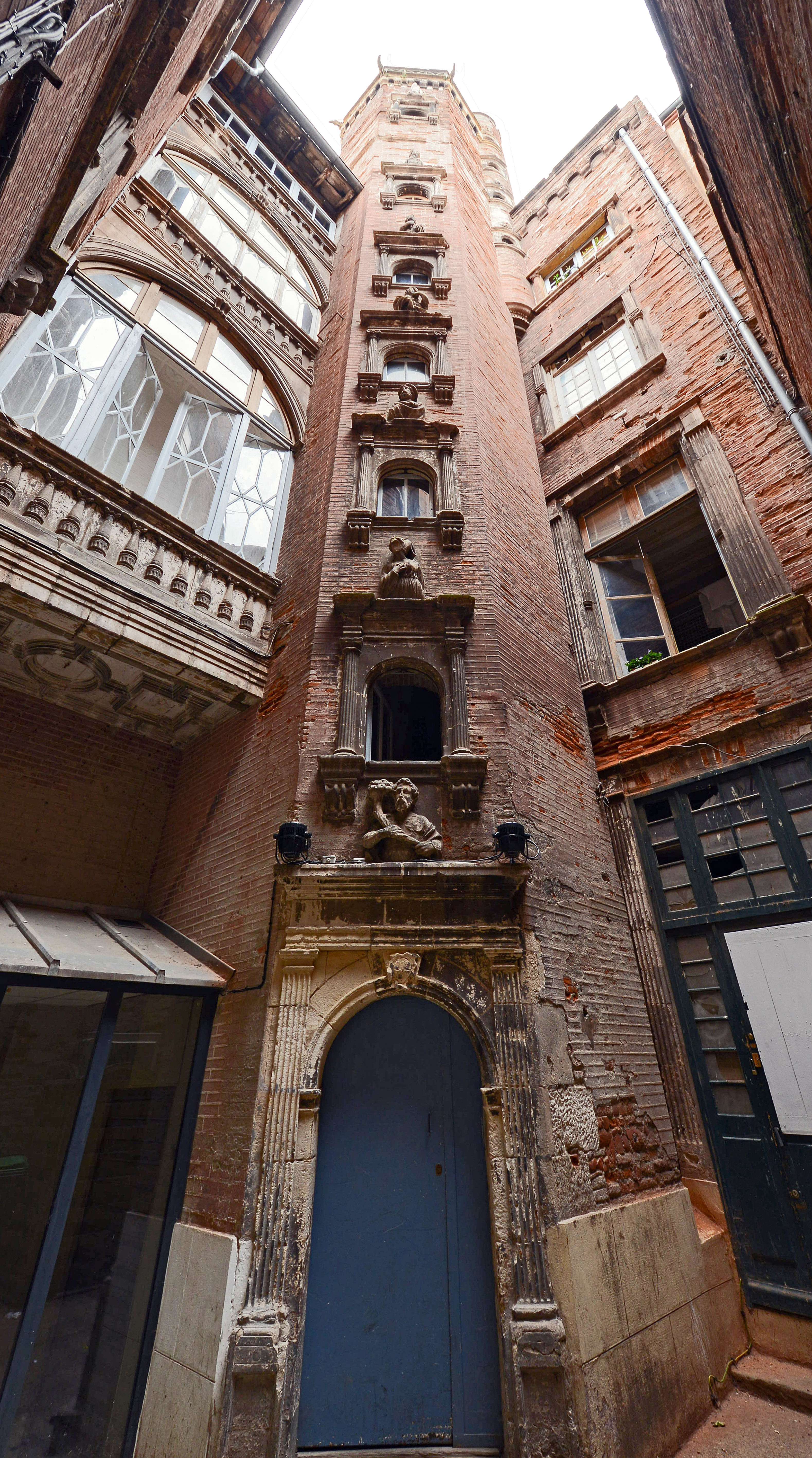
Brucelles : tour dans la cour.
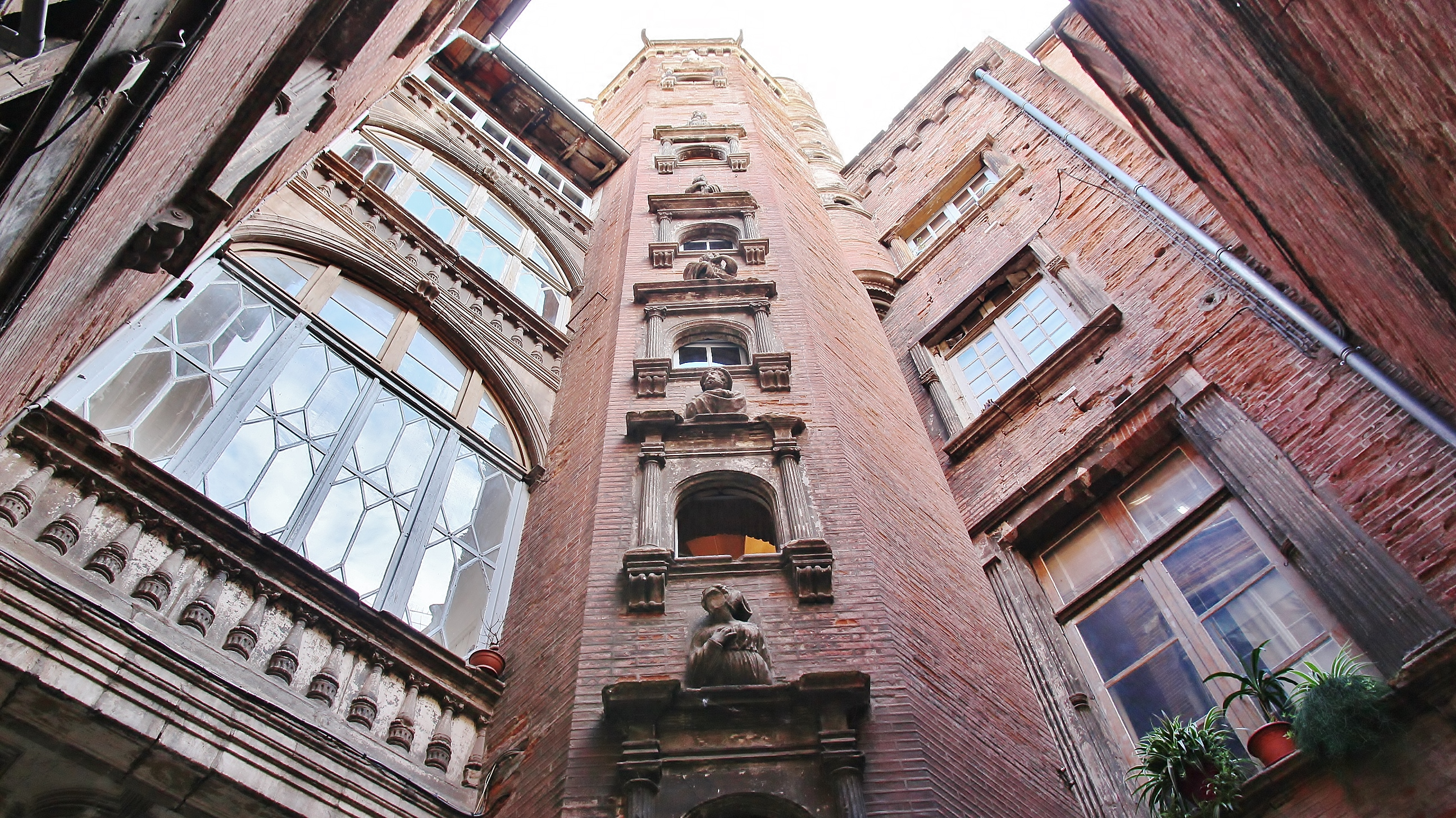
Brucelles.
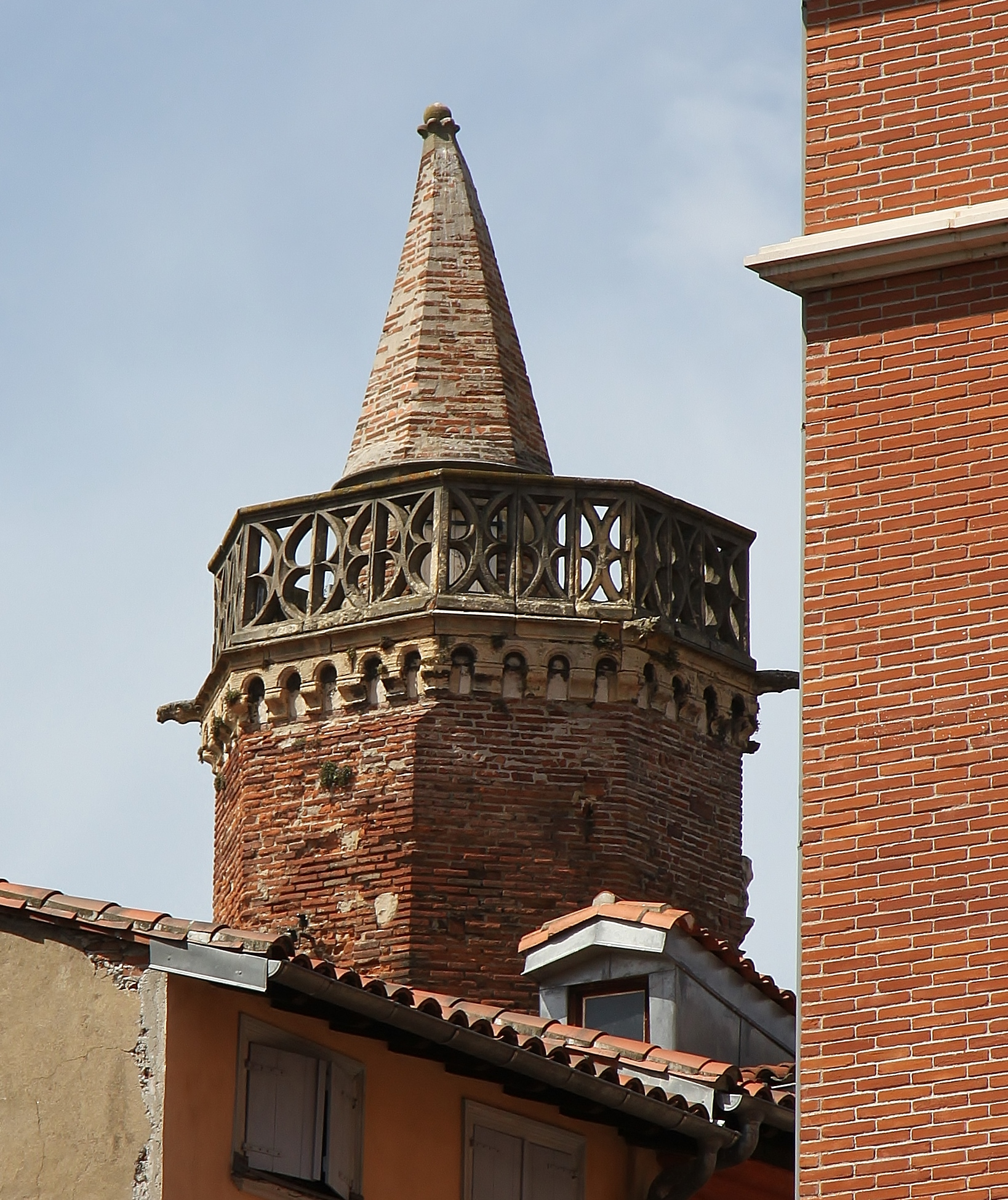
Brucelles : sommet de la tour, balustrade, faux mâchicoulis.
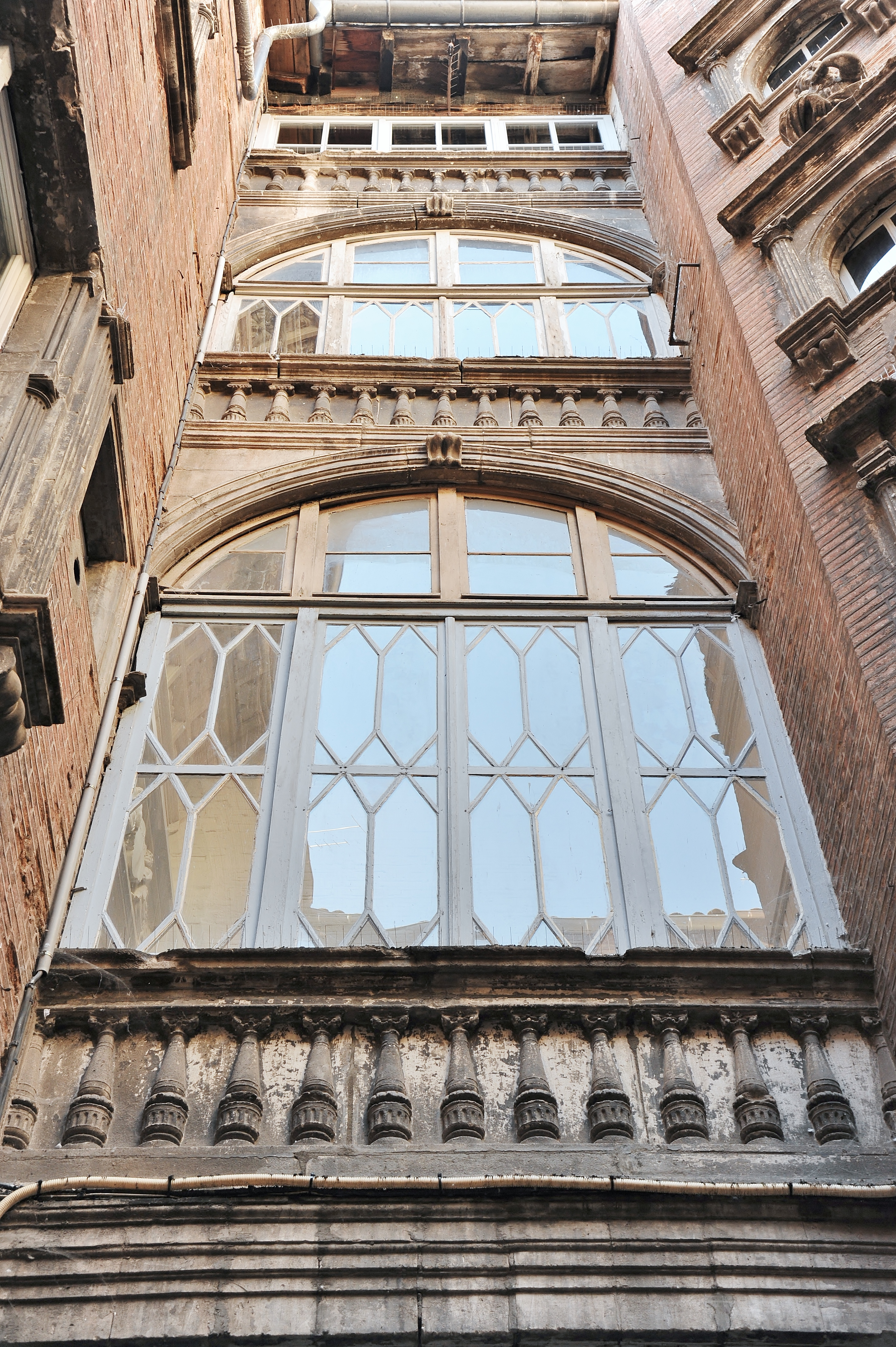
Brucelles : galeries.

### L'hôtel Dahus-Tournoer
Adresse : 9 rue Théodore-Ozenne.
Ayant racheté en 1528 l'hôtel Dahus, bâti dans les années 1460-1470, Guillaume de Tournoer, deuxième président au Parlement, fit reconstruire vers 1532 la tour d'escalier dans le style Renaissance. Il fit de l'escalier en vis, avec son pilier central torsadé, le plus spacieux et le plus beau de ce type de la Renaissance toulousaine. En mémoire de son fils décédé peu de temps auparavant, au-dessus de la porte encadrée de pilastres à chapiteaux composites, deux beaux lions affrontés entourent une urne funéraire. Plus haut, des putti tenant une guirlande d'abondance décorent la fenêtre. Une devise en latin prend place dans ce décor autour d'un blason martelé. Le haut de la tour et sa tourelle n'ont été réalisés qu'au milieu du XVIIe siècle.

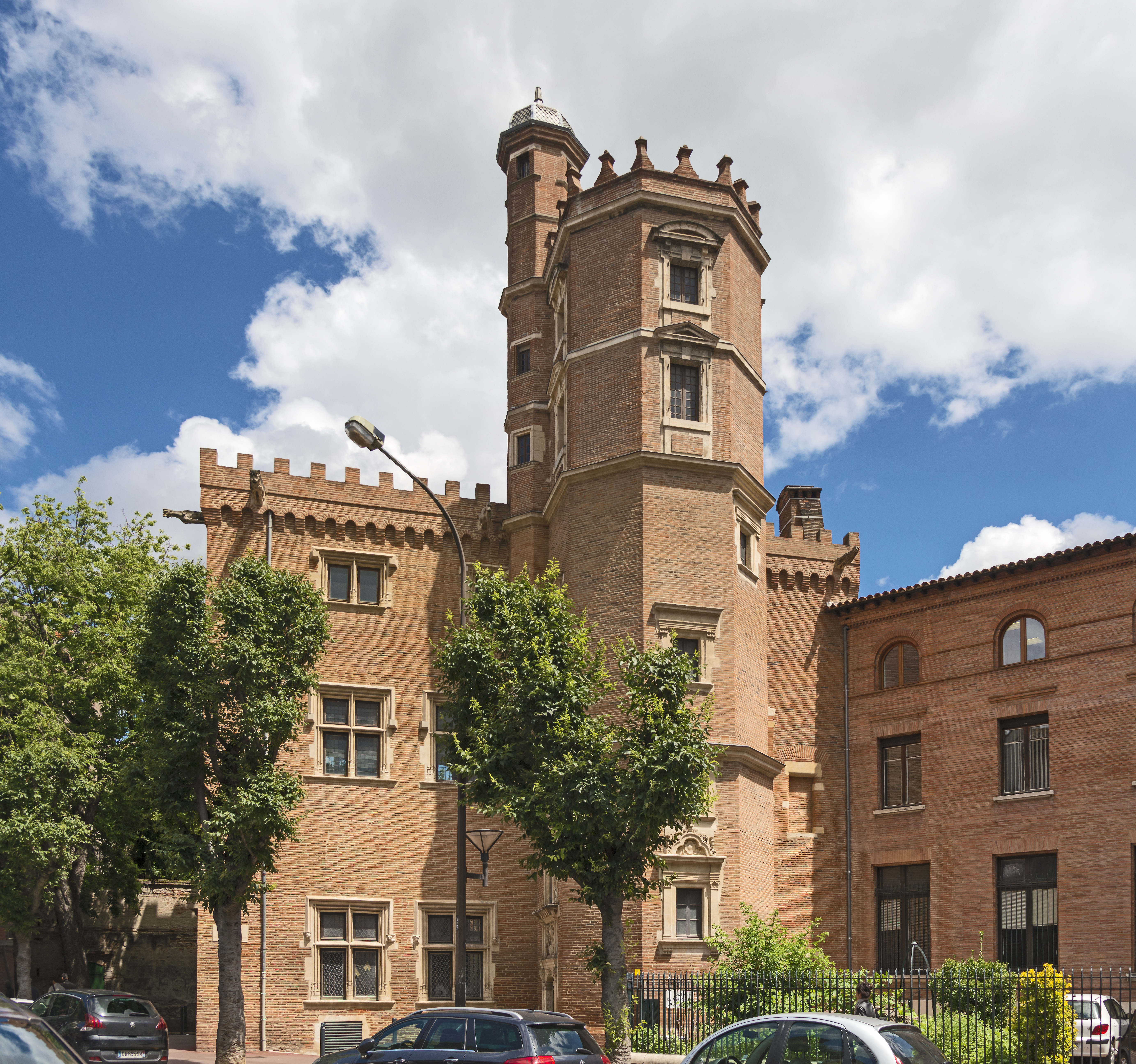
L'hôtel Dahus-Tournoer.
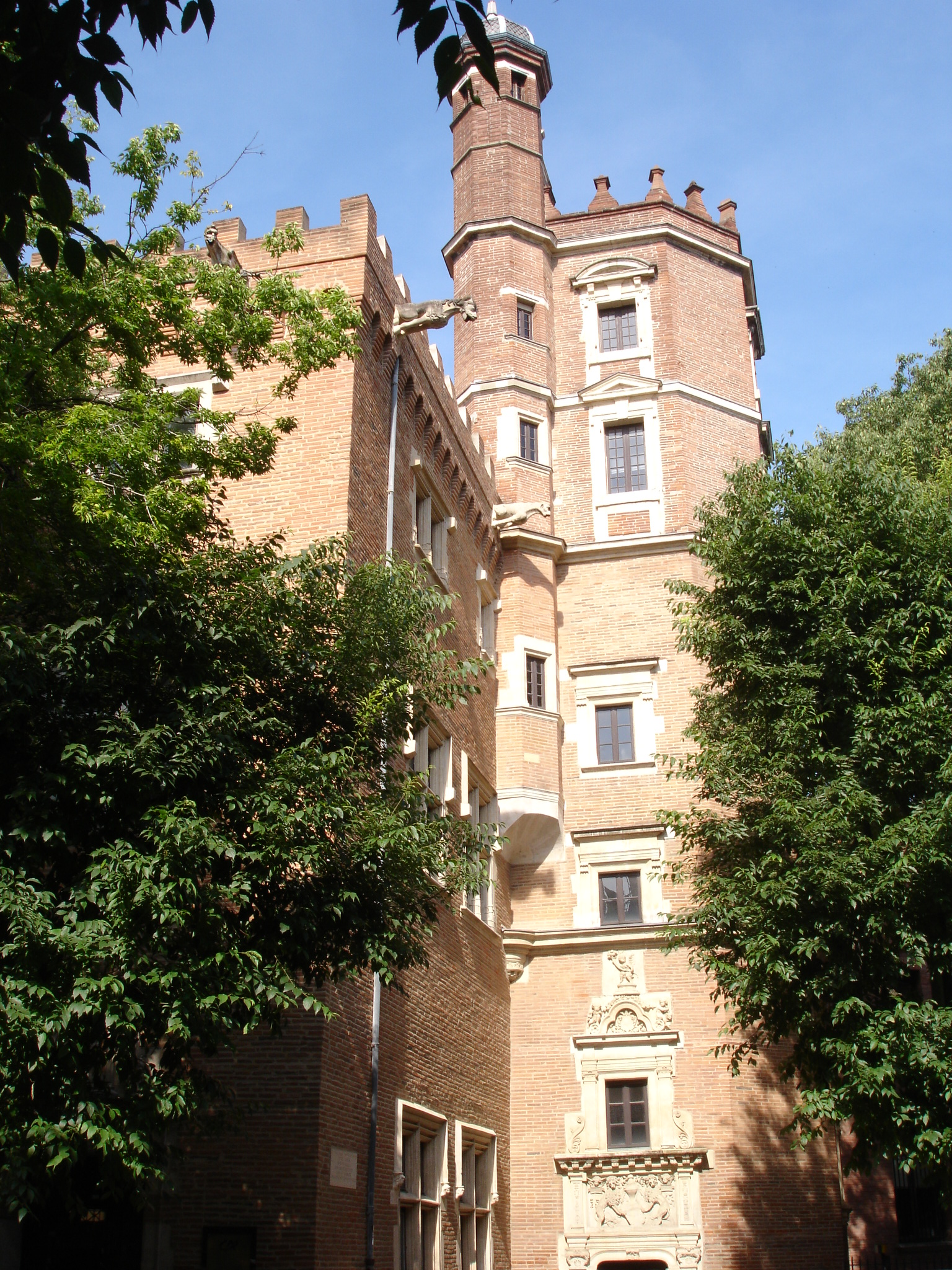
Tournoer : la tour.
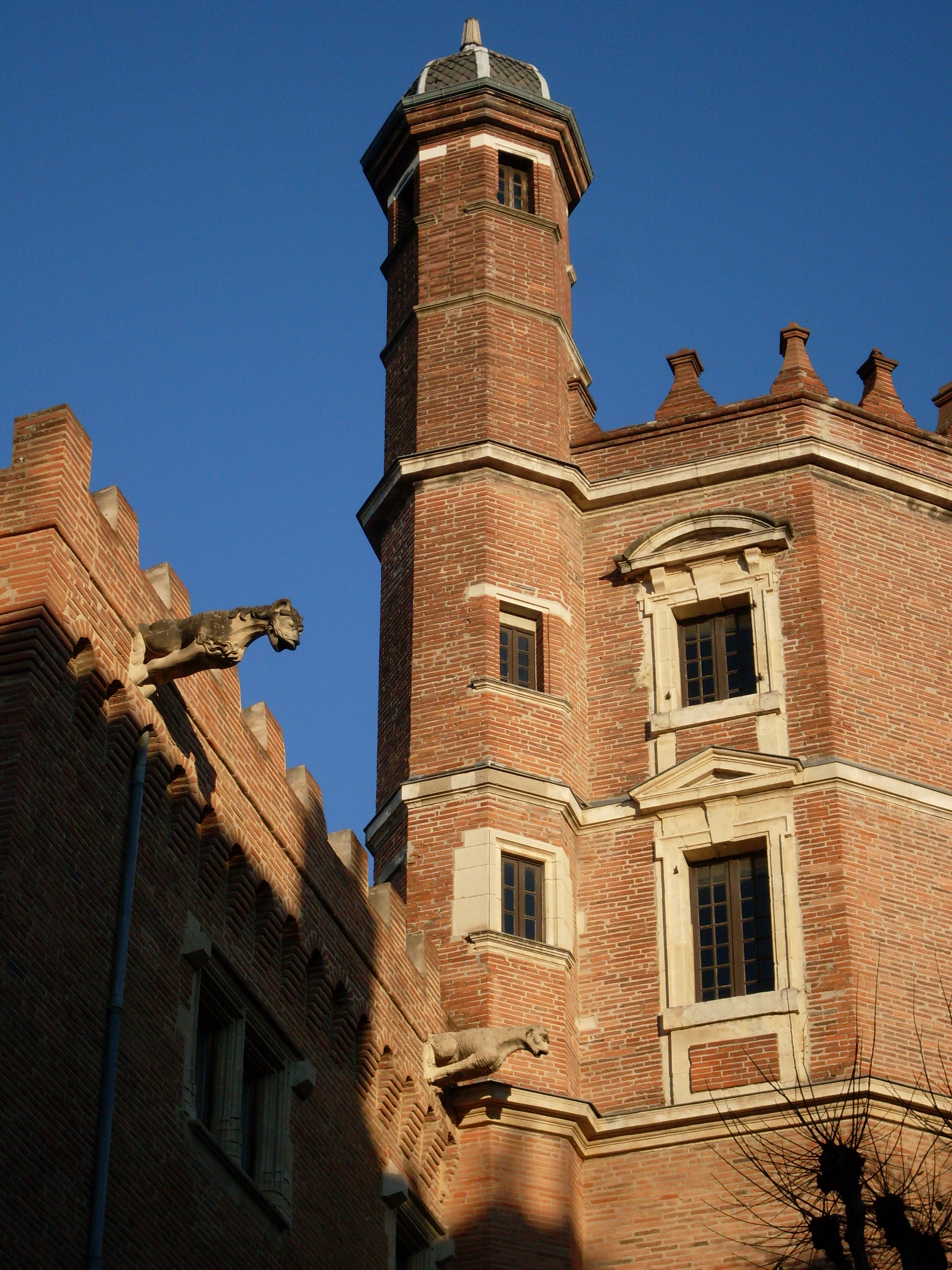
Tournoer : sommet de la tour.
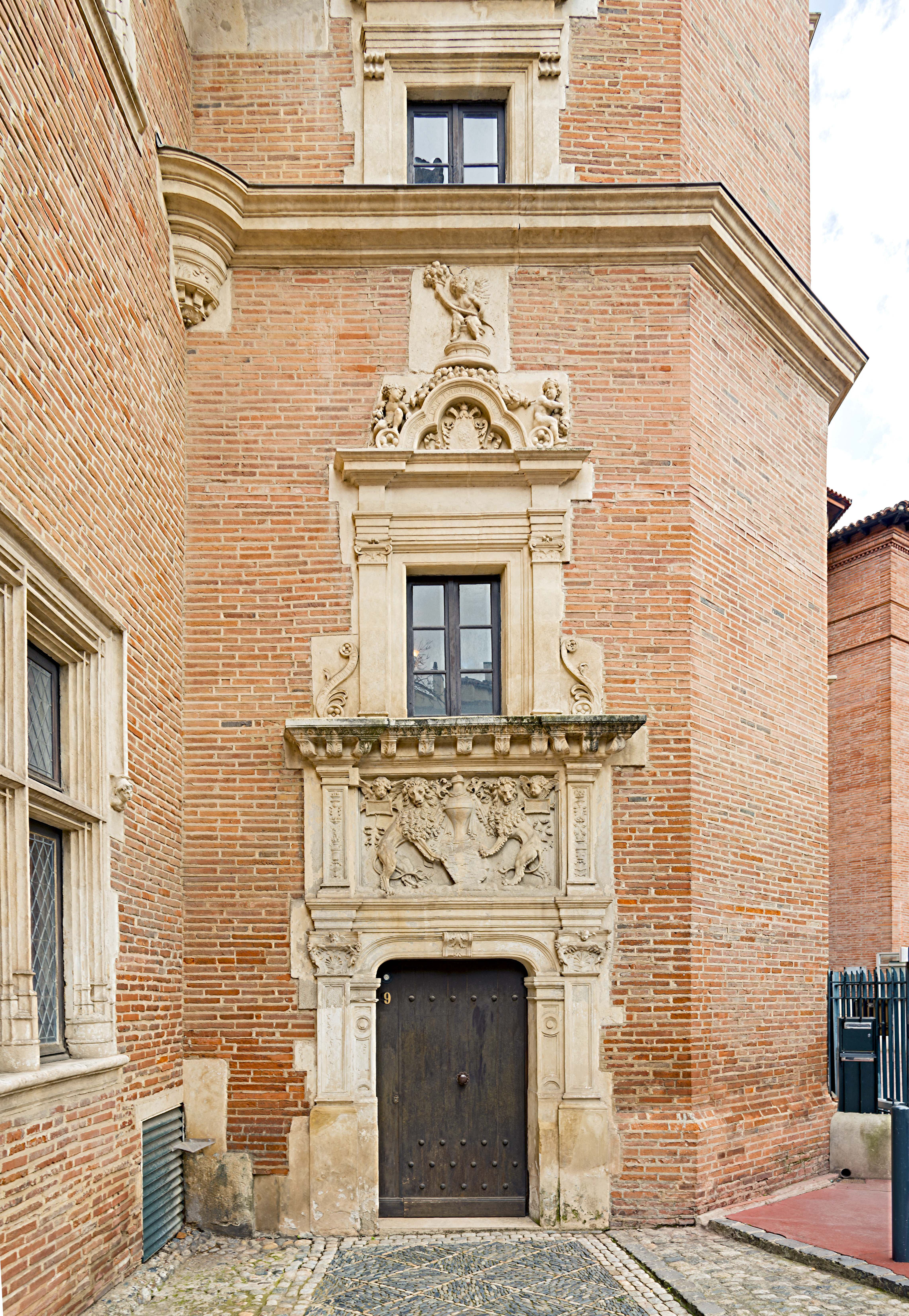
Tournoer : base de la tour.
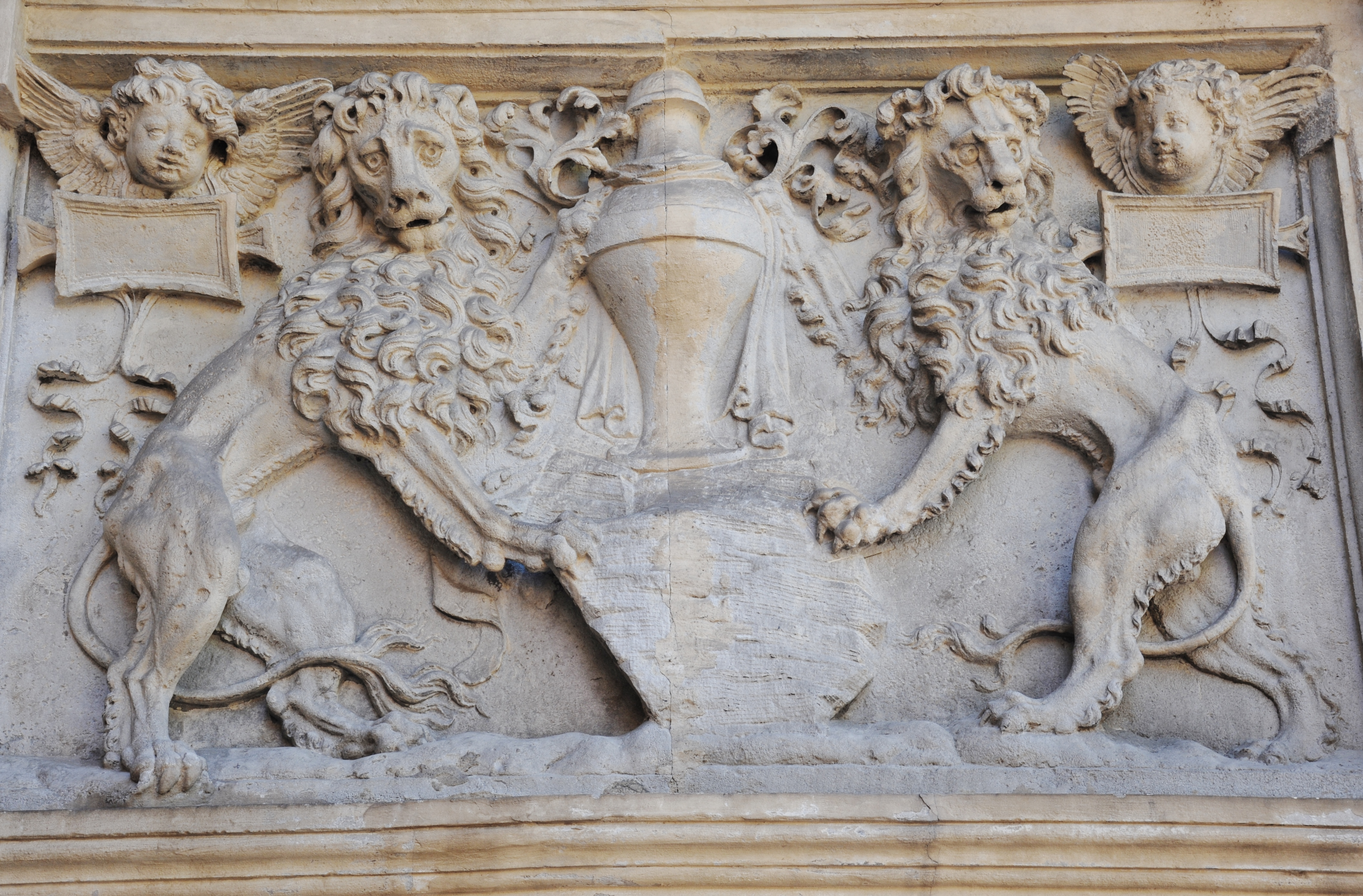
Tournoer : lions encadrant une urne funéraire.
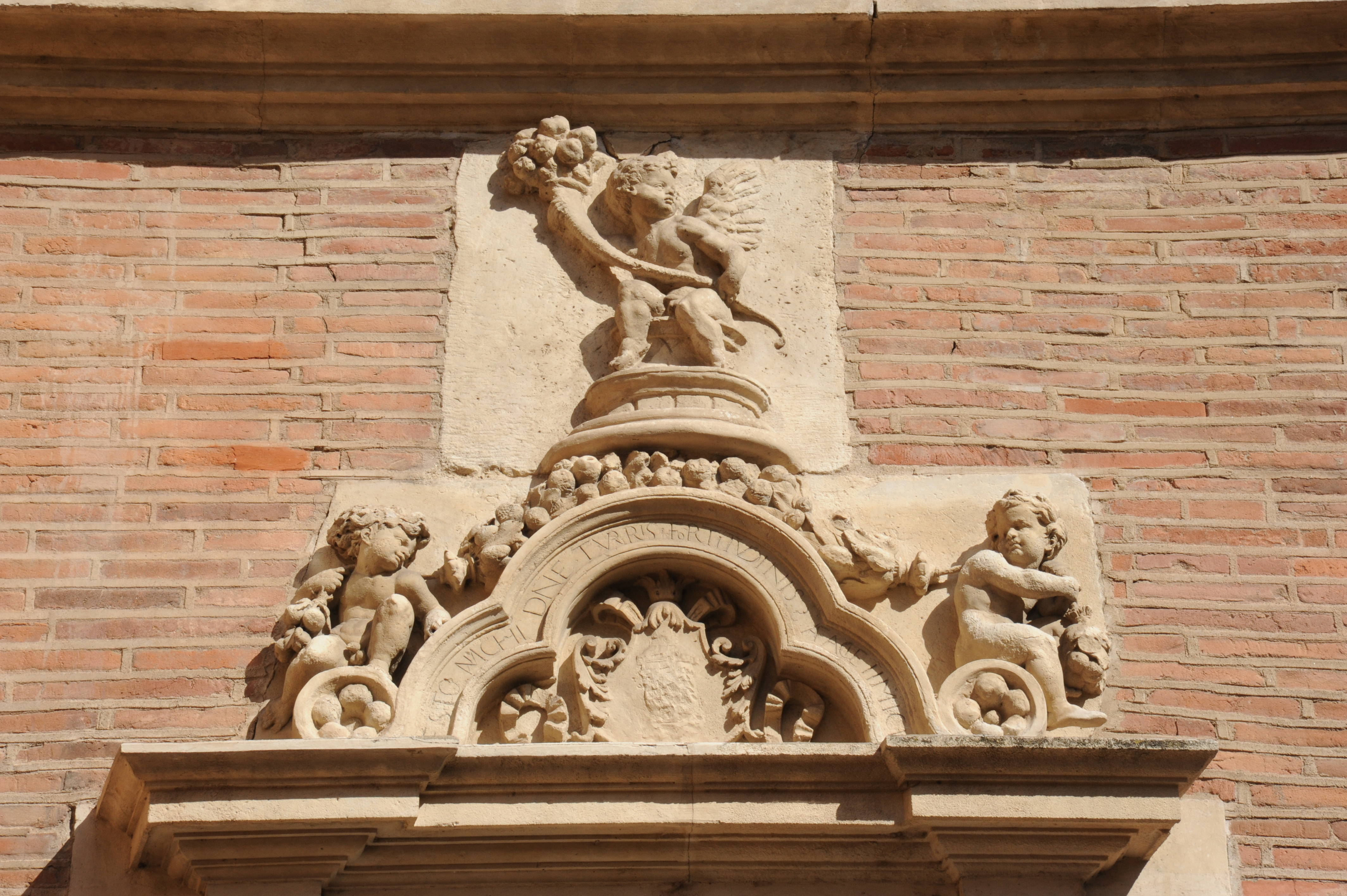
Tournoer : putti et devise en latin.

### L'hôtel Delpech
Adresse : 20 rue des Changes.
Dans la cour de cet hôtel, une tour gothique du début du XVIe siècle due à Pierre Delpech père côtoie des fenêtres Renaissance datant de 1554 à 1560 dues à Pierre Delpech fils. L'accès à la tour se fait par une porte Renaissance au fronton triangulaire orné du monogramme du Christ.
Enrichie par le commerce du pastel, la famille Delpech était très influente : le père fut capitoul en 1534 et le fils en 1554, 1555 et 1562. Ce dernier se distingua par son zèle à défendre la cause catholique lors des guerres de religion. Beau-frère de Pierre d'Assézat, il en devint un farouche adversaire après la conversion au protestantisme de celui-ci. Les citations en latin de la Bible qui enrichissent chacune des huit fenêtres Renaissance de la cour illustrent son engagement de ligueur.

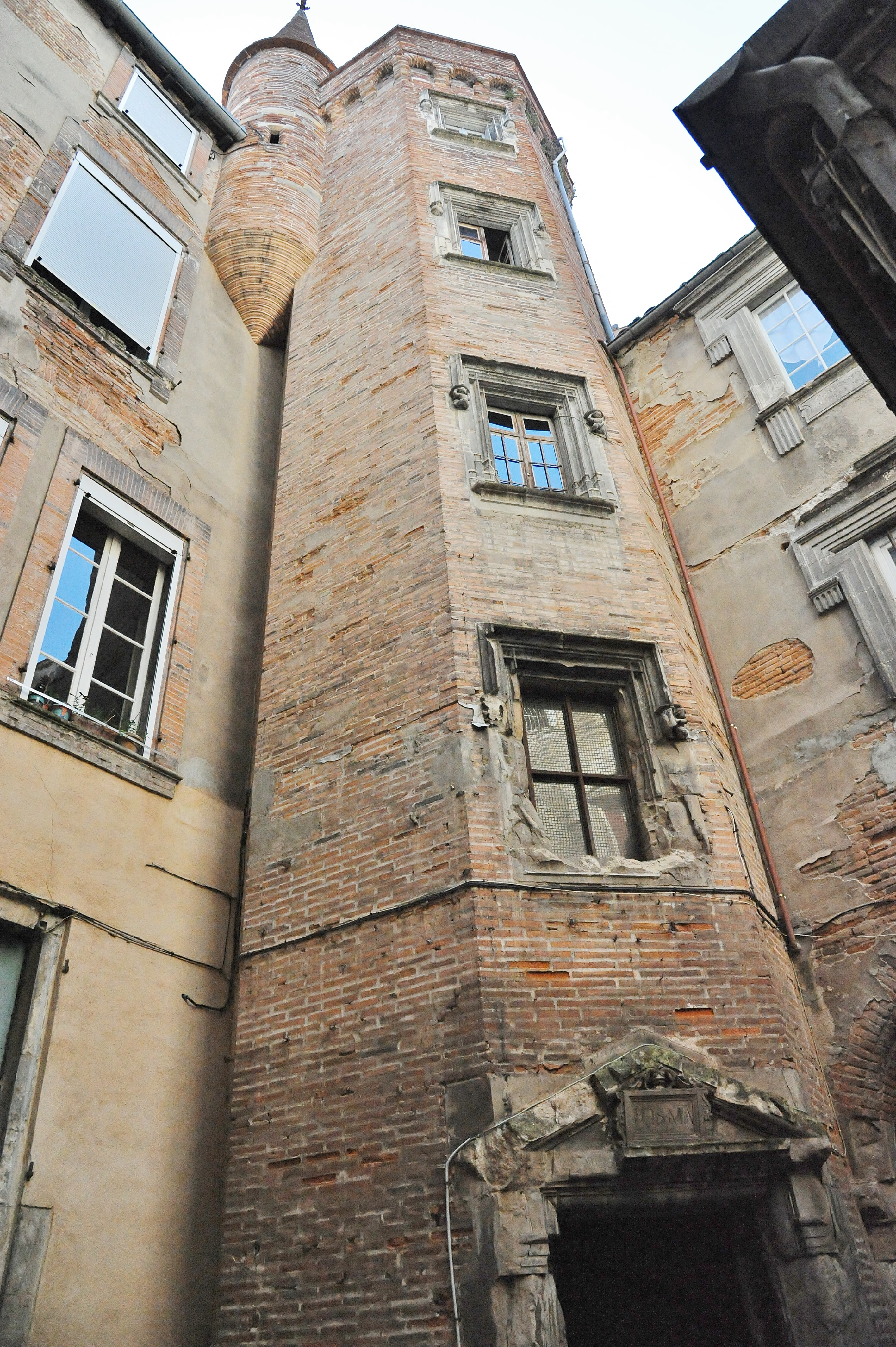
Hôtel Delpech : tour gothique avec porte Renaissance.
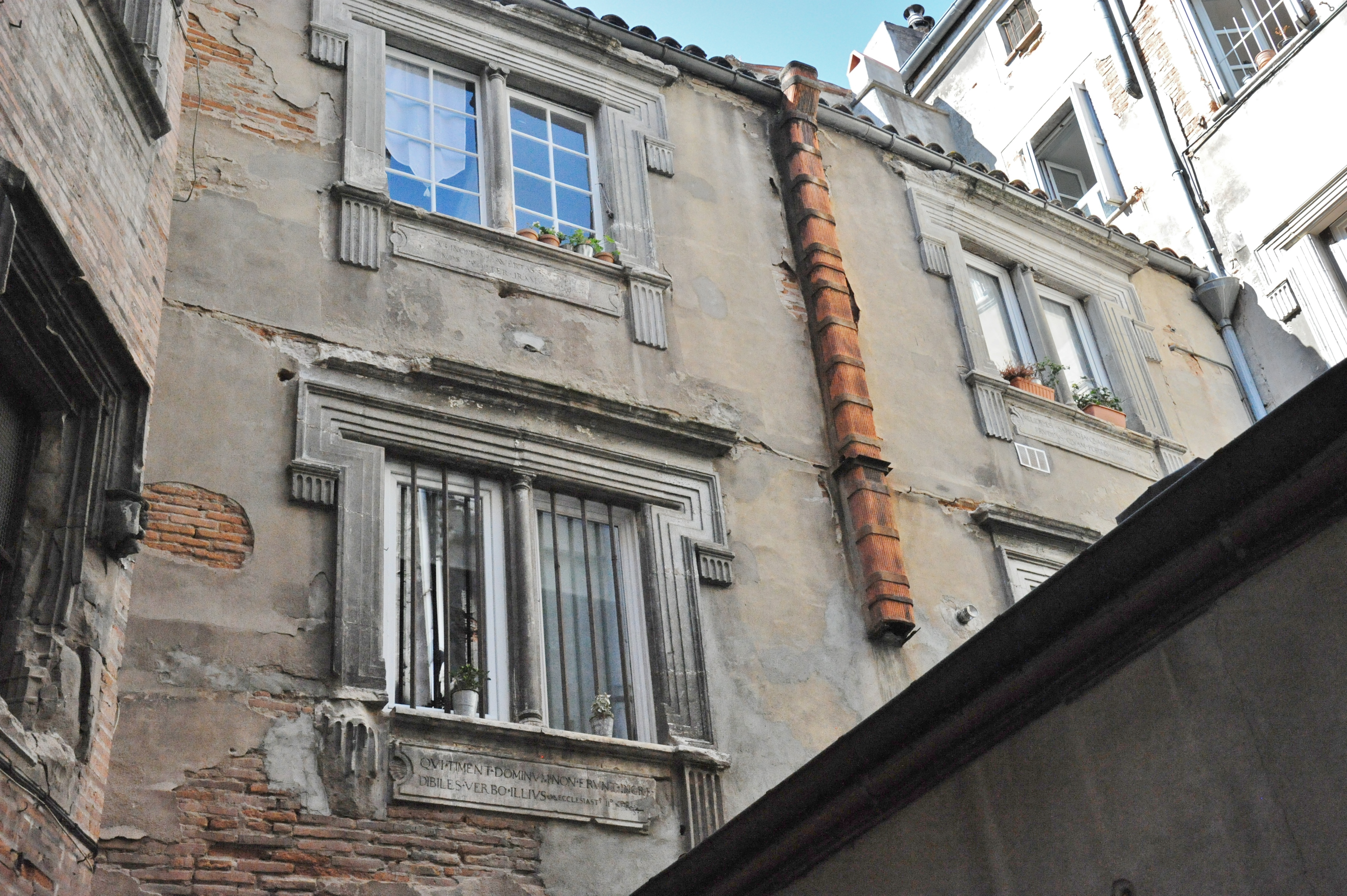
Delpech : façade sud.
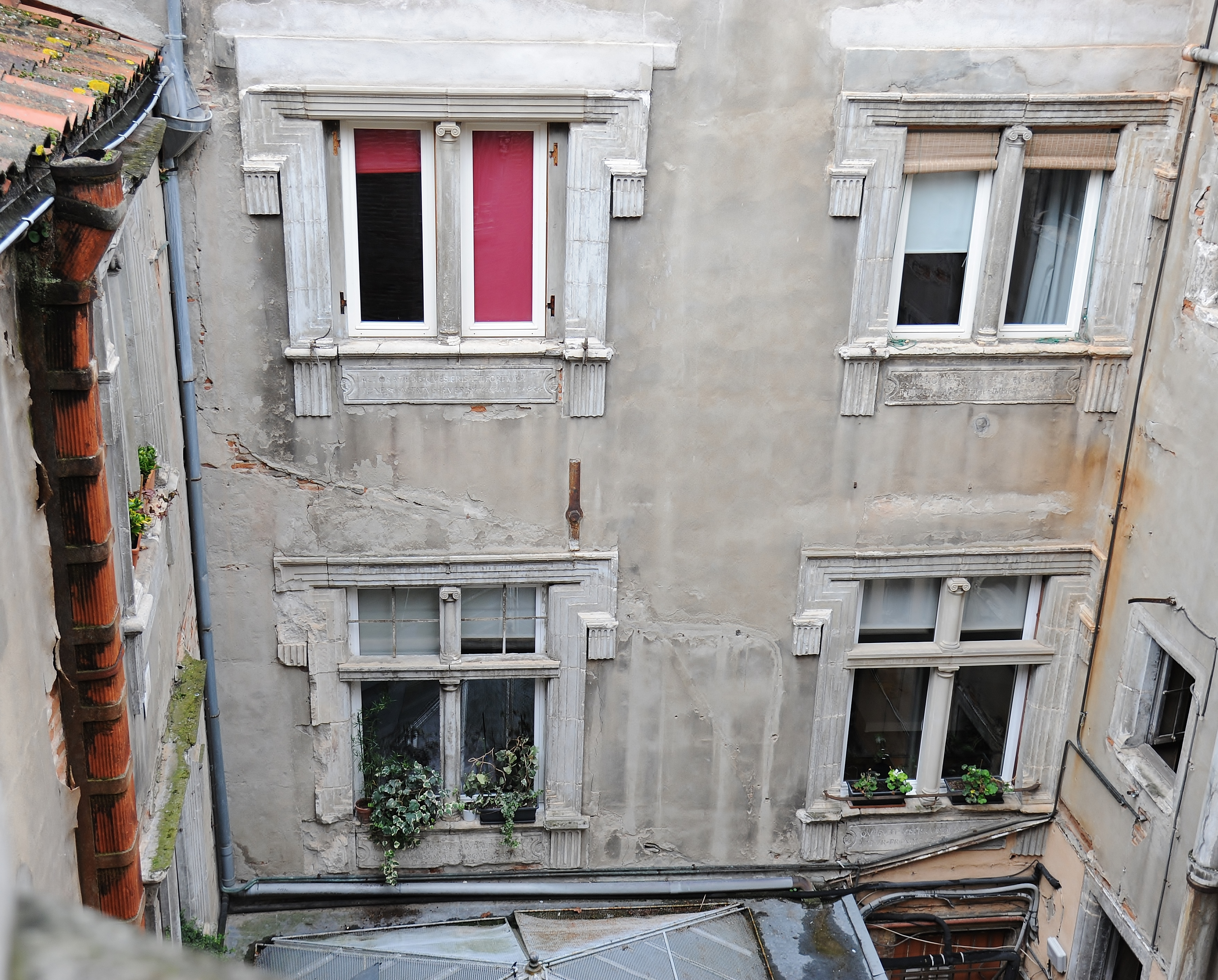
Delpech : façade ouest.

### L'hôtel Dumay
Adresse : 7 rue du May.
C'est entre 1580 et 1600 que le médecin Antoine Dumay fit bâtir son hôtel. Dans la cour carrée, deux tours d'escalier desservent les quatre corps de bâtiment. Fenêtres Renaissance, tables et cabochons de marbres polychromes des Pyrénées décorent les façades, dont l'une accueille une galerie et les arcades qui la soutiennent.

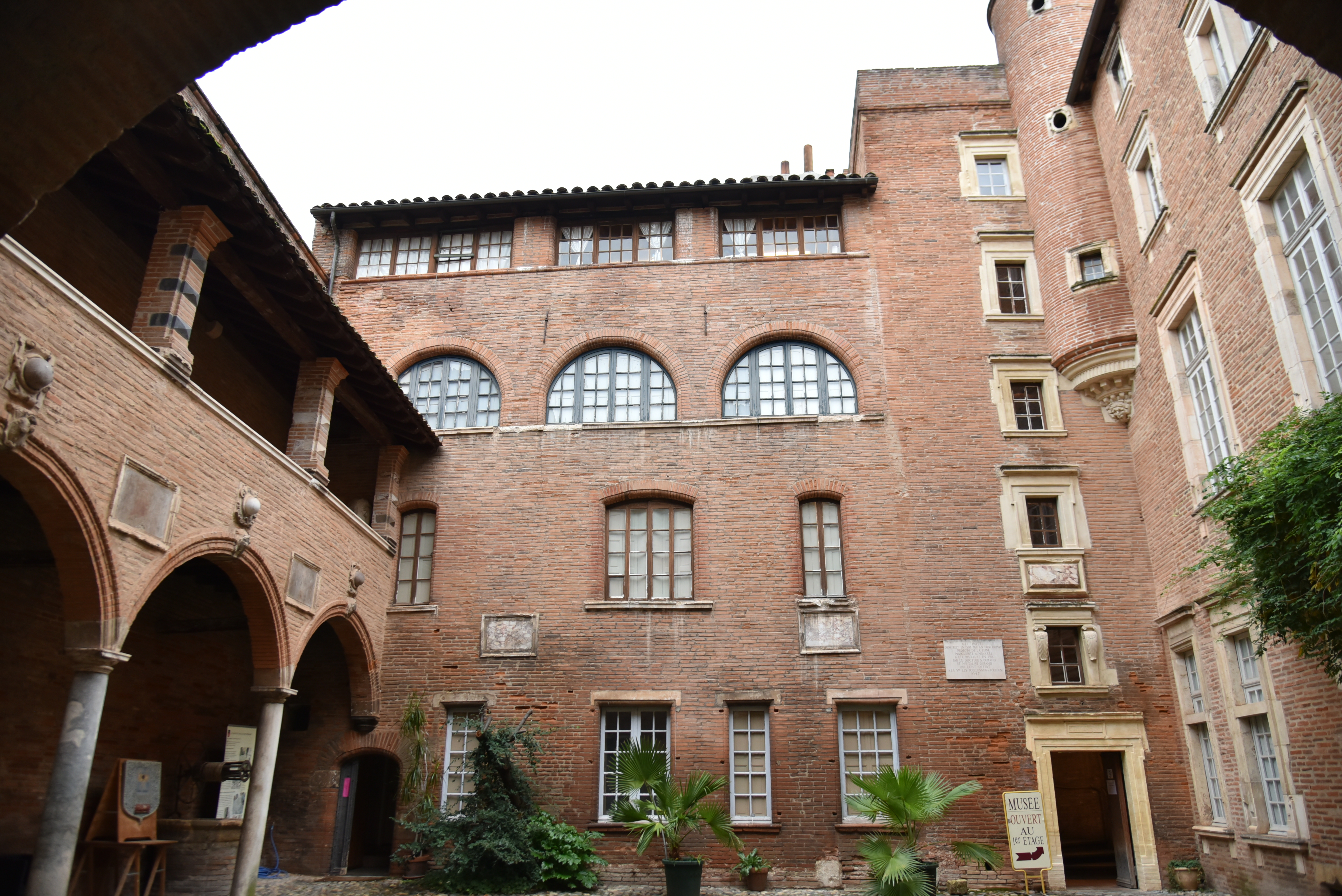
Hôtel Dumay.
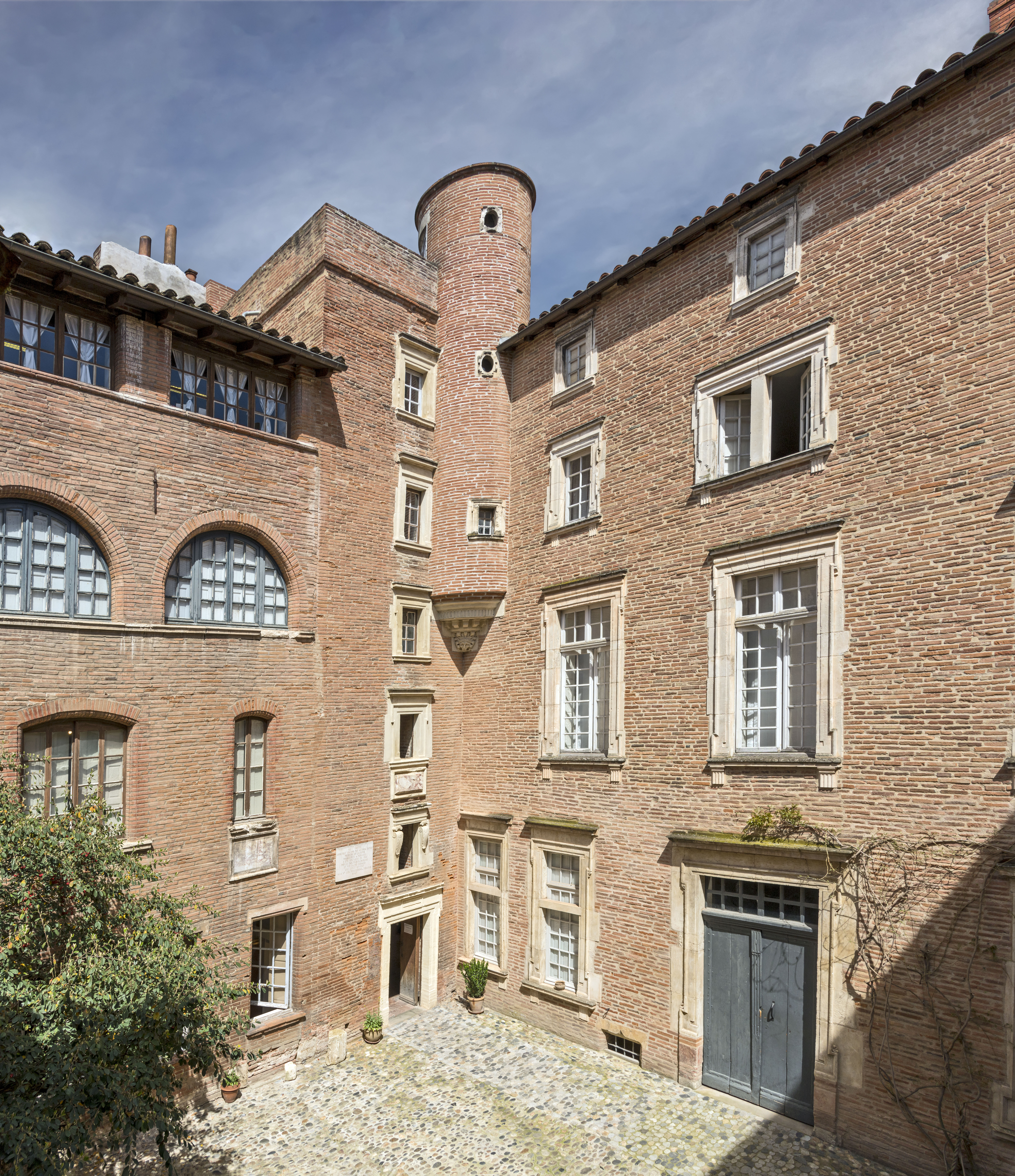
Hôtel Dumay.
Dumay, façade est.
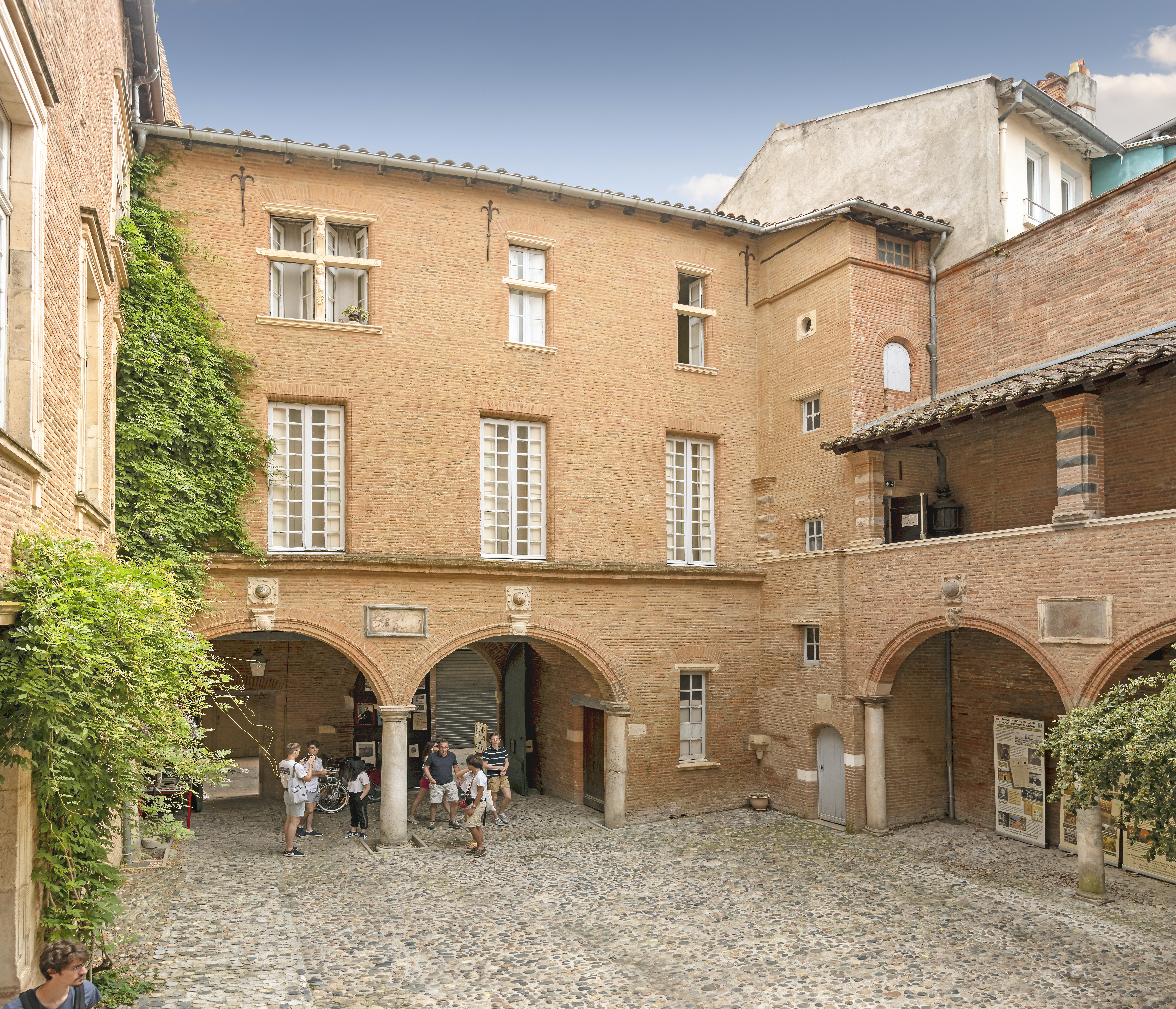
Dumay, façade sud.
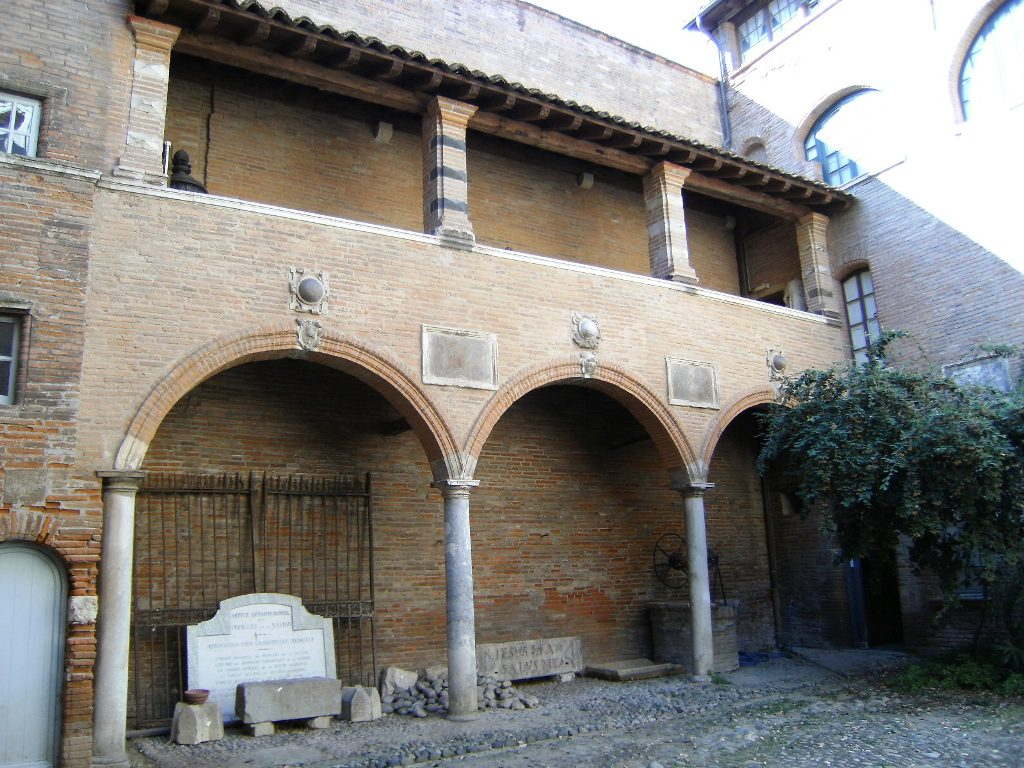
Dumay : Portique dans la cour.
Dumay : tour d'escalier et sa tourelle.
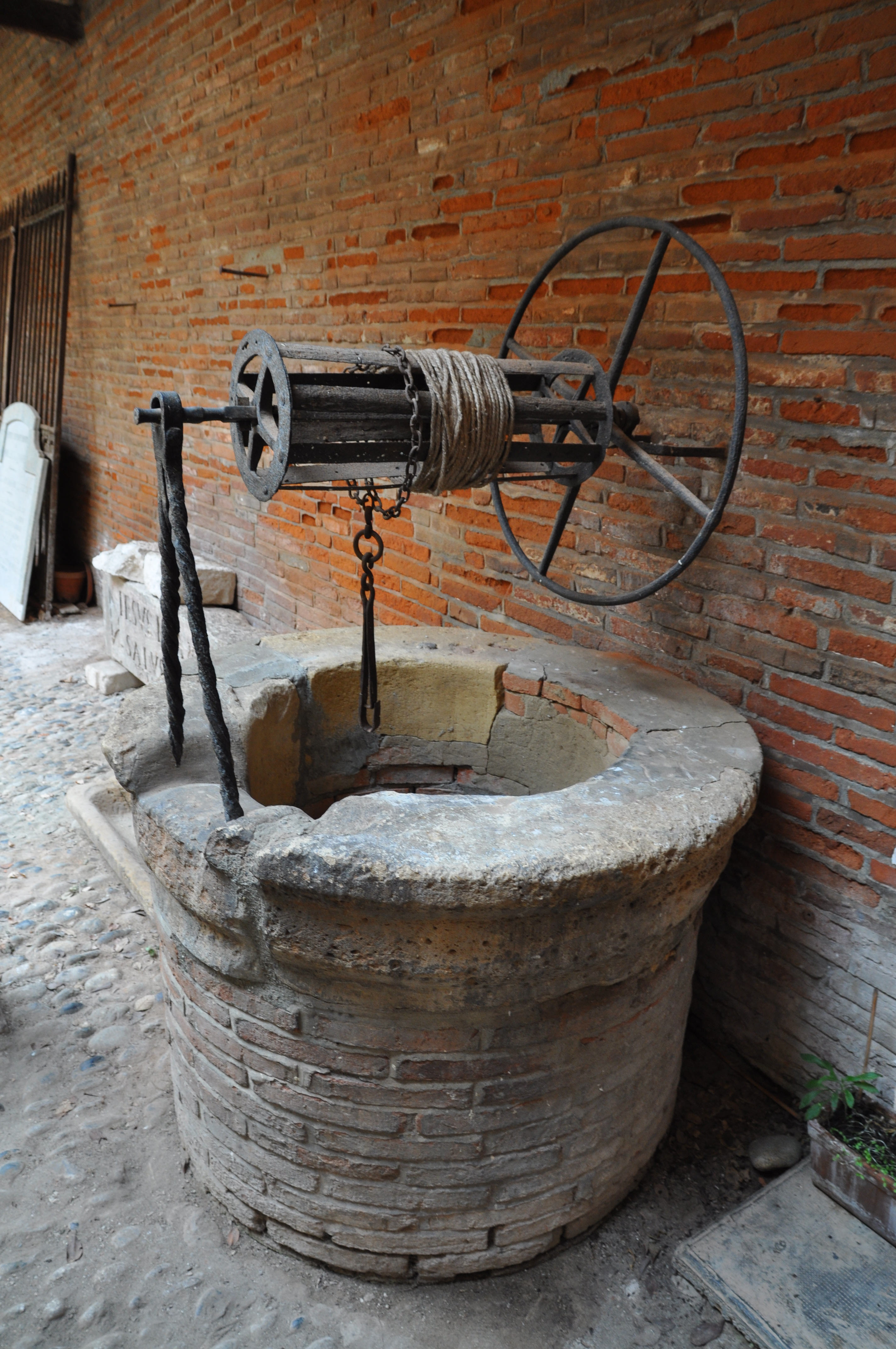
Dumay : puits.

### L'hôtel de Molinier (ou de Felzins)
Adresse : 22 rue de la Dalbade.
C'est entre 1550 et 1556 que le parlementaire Gaspard Molinier fit bâtir son hôtel. Ce dernier est particulièrement remarquable pour son portail maniériste de 1556 conçu d'après un modèle du Livre extraordinaire de Serlio de 1551, ce qui témoigne de la rapidité avec laquelle les modèles prestigieux pouvaient être adaptés à Toulouse.
On doit à l'activité de Dominique Bertin, « conducteur de marbre pour le roy », les dizaines de marbres taillés et polis, sertis comme des pierres précieuses, qui ornent ce portail. Bertin avait rouvert d'anciennes carrières romaines dans les Pyrénées pour alimenter en marbres de couleur les chantiers royaux, et fréquentait les grands architectes royaux (Lescot, le Primatice, De l'Orme). Co-auteur d'une édition toulousaine de Vitruve, Bertin prit certainement une part importante dans la conception de ce portail orné de termes d'après Marcantonio Raimondi, de harpies, mascarons, cuirs, vases et guirlandes d'abondance d'esprit bellifontain. Ces marbres de l'hôtel Molinier avaient ainsi la double qualité de renvoyer aux fastes de la Rome impériale et de s'accorder au goût le plus rare et le plus luxueux du souverain, ils illustrent l'une des particularités de la Renaissance toulousaine tout autant que son rayonnement.
Dans la cour en fond de parcelle (autrefois un jardin), de superbes putti magnifiquement sculptés ornent une tourelle en encorbellement. Ils jouent avec une guirlande végétale, symbole d'abondance et de fertilité. Dans une salle du rez-de-chaussée trône une cheminée monumentale du XVIe siècle, de style Henri II. Elle porte, gravées au-dessus du bas-relief supérieur qui représente le demi-dieu Hercule, les mentions Hercules Gallicus et Charitas nunquam excidit.

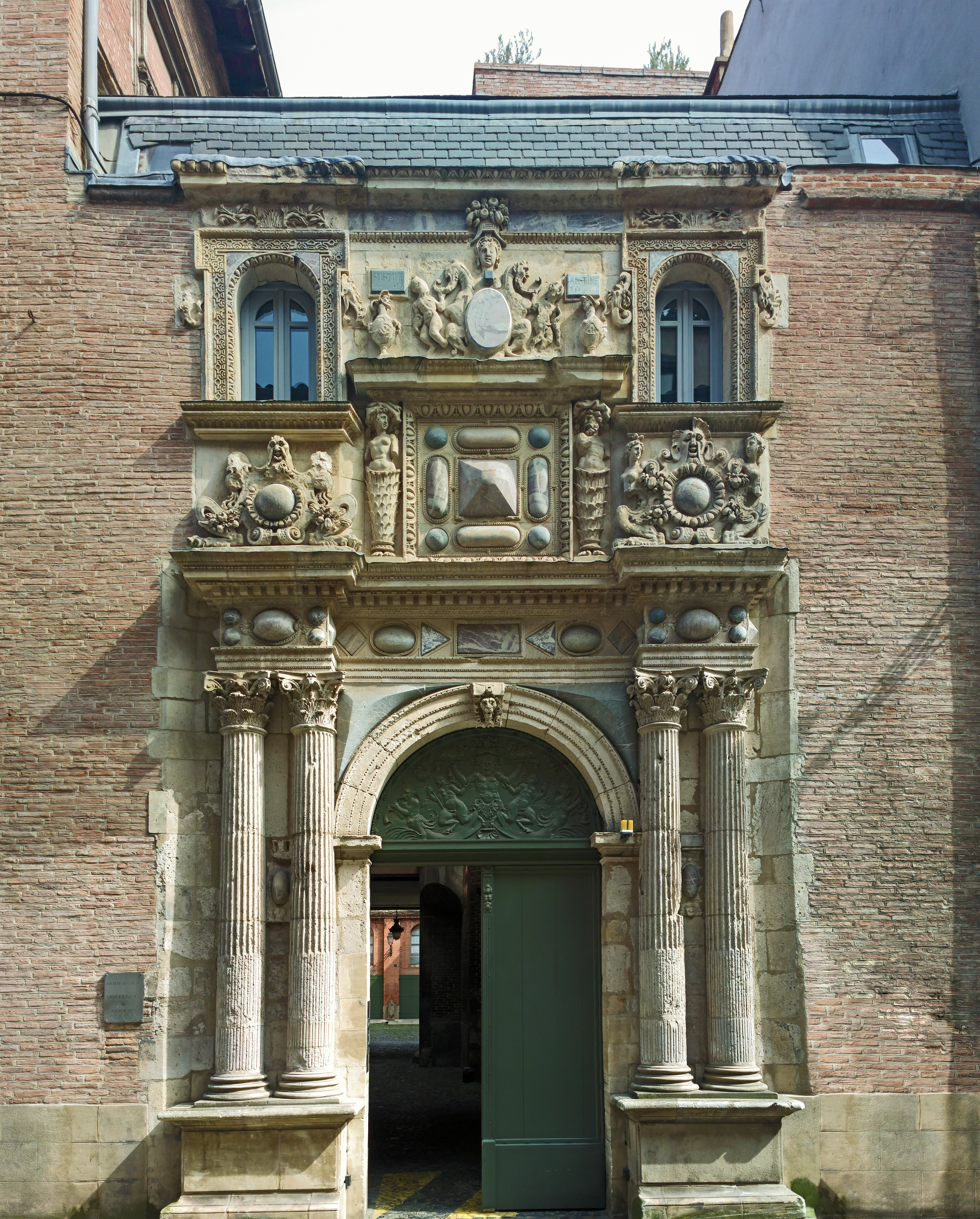
Portail rue de la Dalbade.
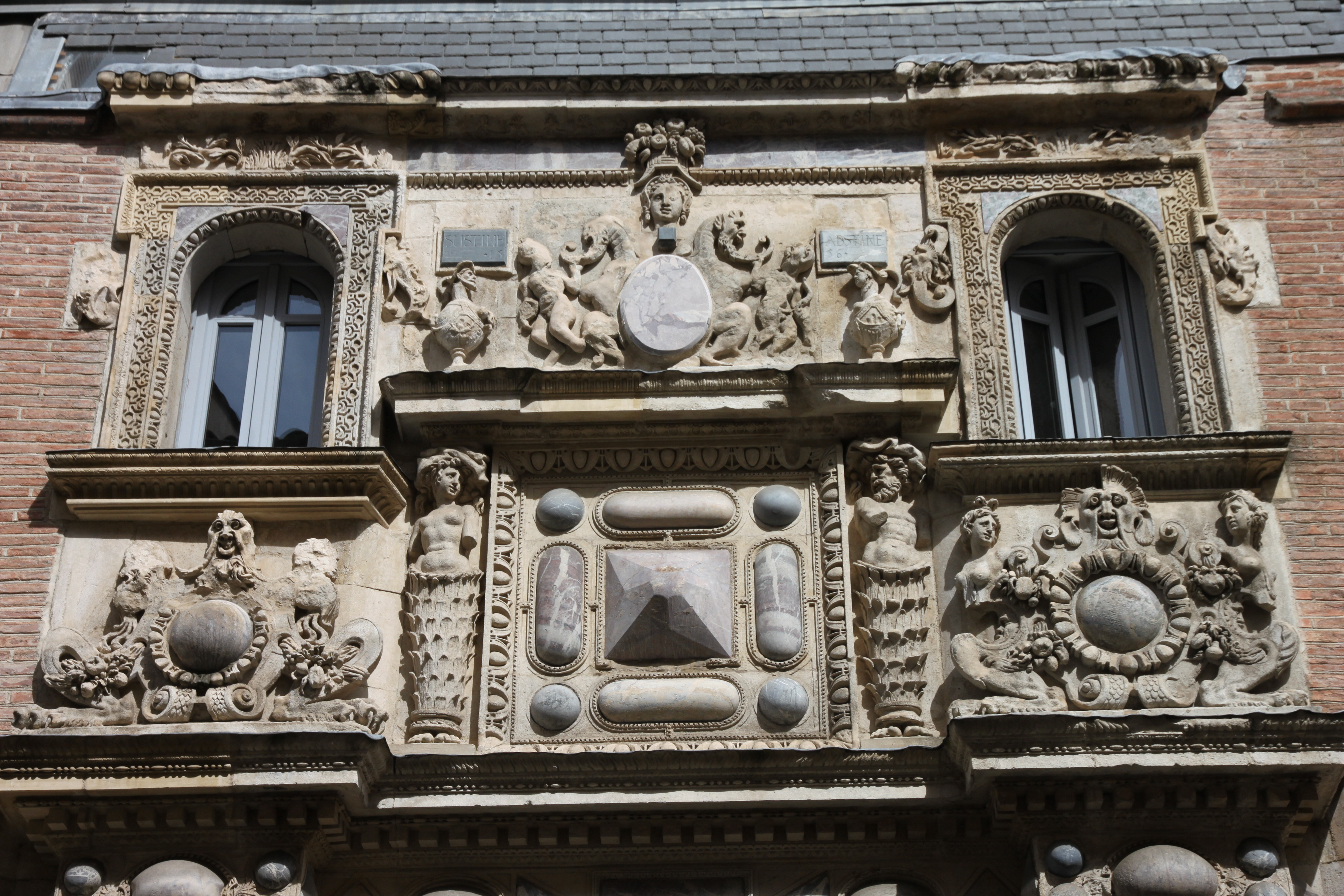
Sculptures et marbres.
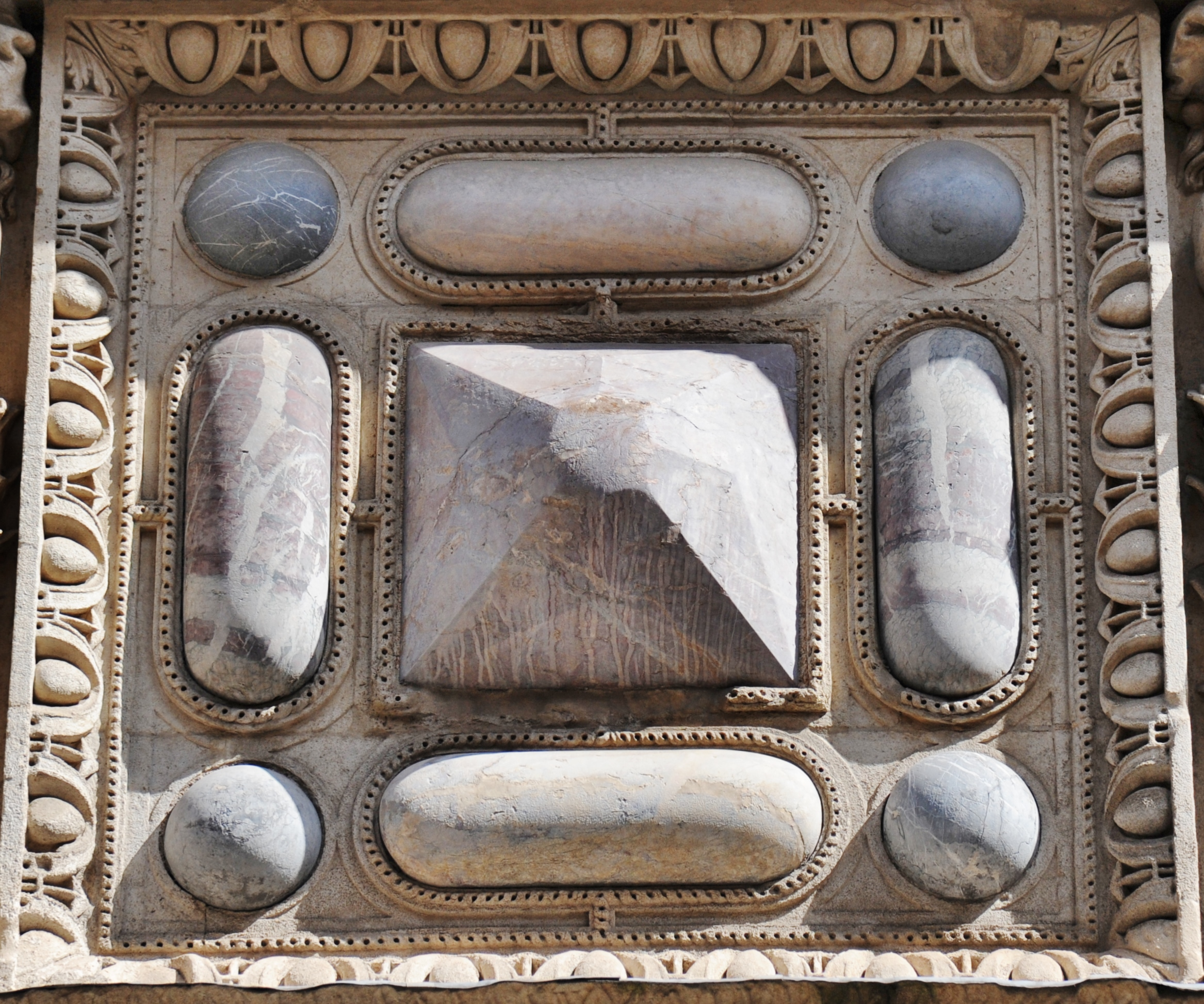
Marbres des Pyrénées.
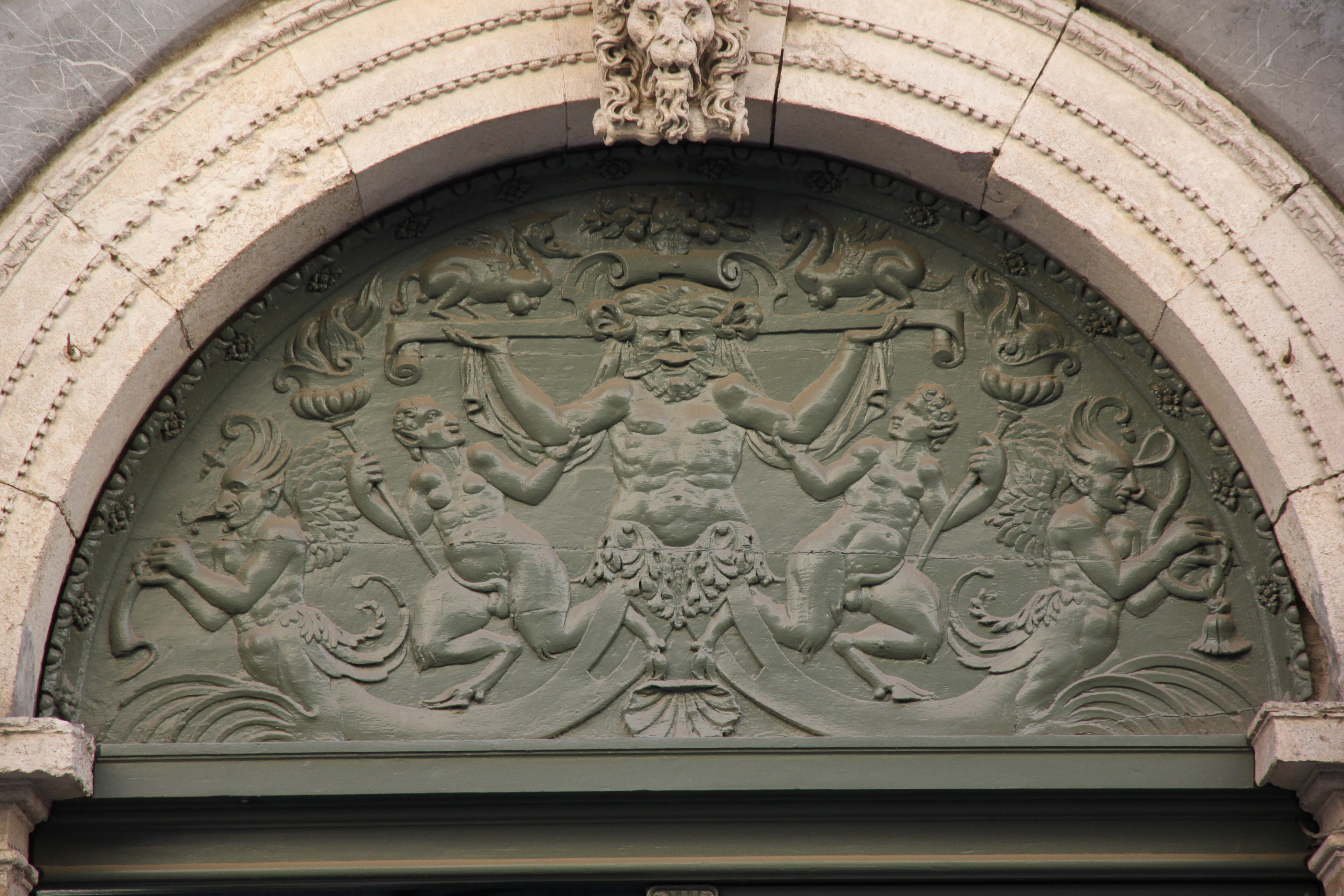
Tympan.
Passage vers la cour.
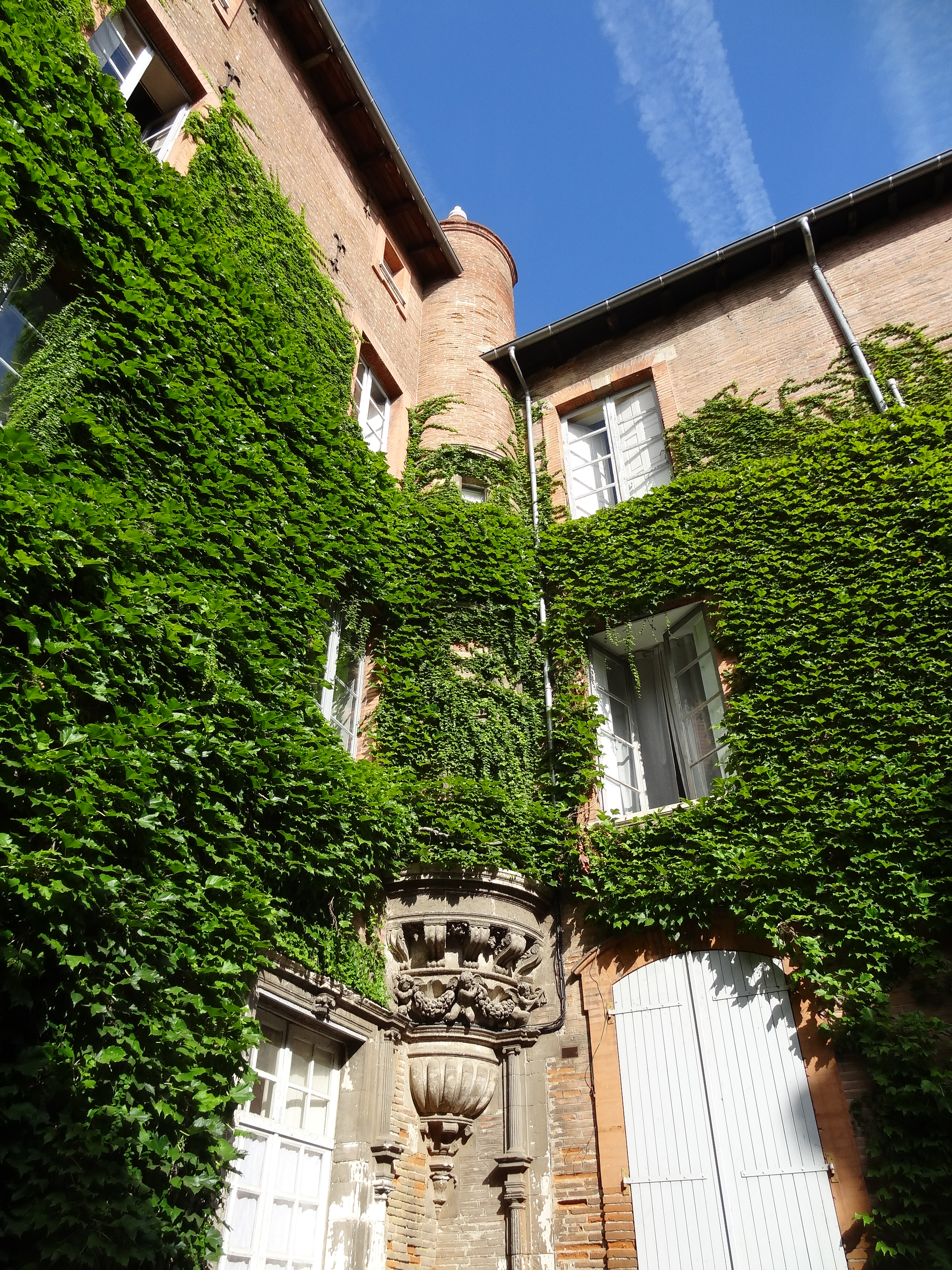
Tourelle dans la cour.
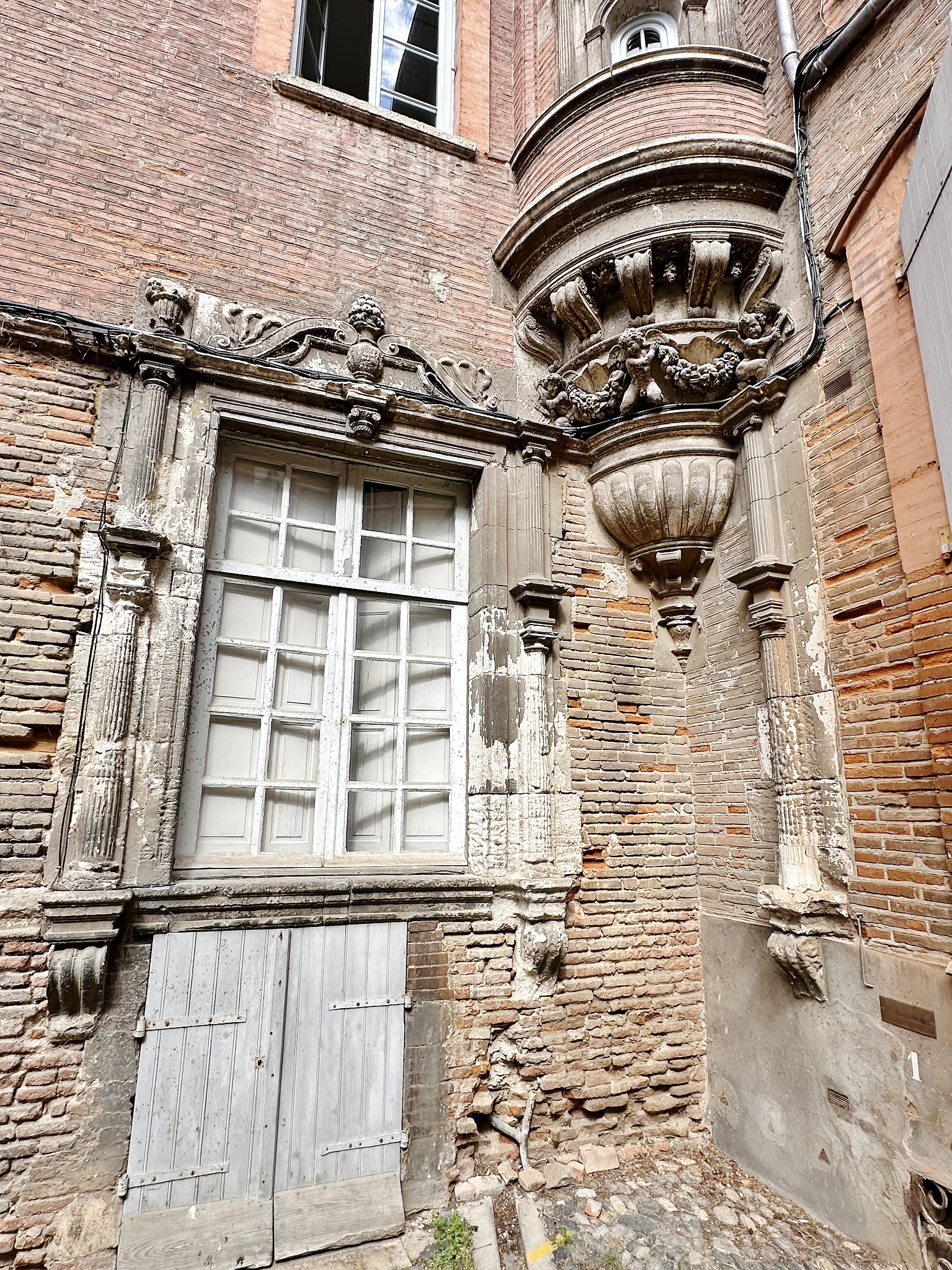
Fenêtre et tourelle dans la cour.
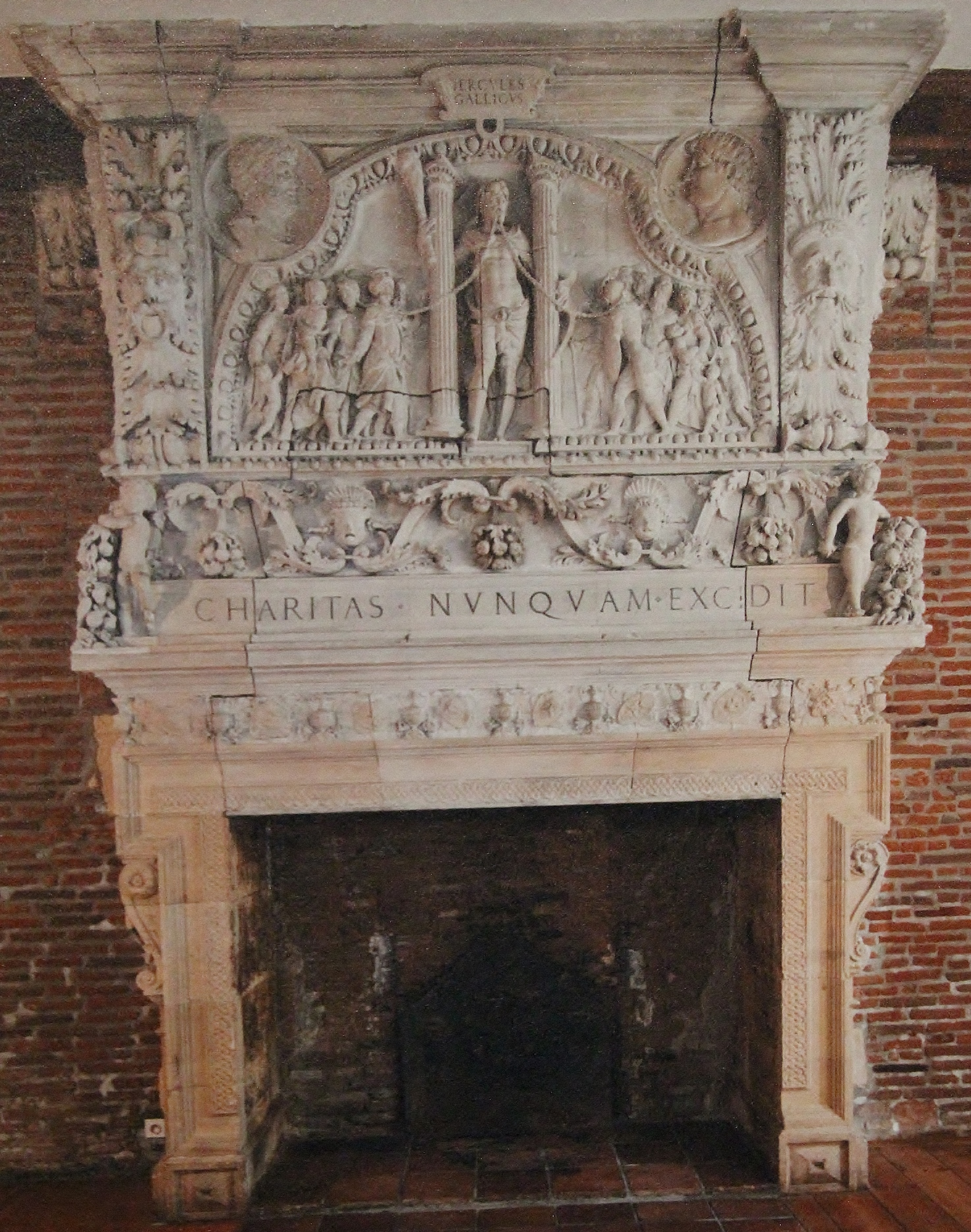
Cheminée représentant l'Hercule gaulois.

### La maison d'Auger Ferrier
Adresse : 39 rue Saint-Rome.
De la maison que le médecin Auger Ferrier fit élever en 1553, il reste sur la cour transformée en terrasse surélevée une façade de brique ornée de belles baies en pierre. Le décor sculpté qui orne ces dernières représente des cuirs découpés, des guirlandes d'abondance, des masques, des têtes d'Amérindiens...

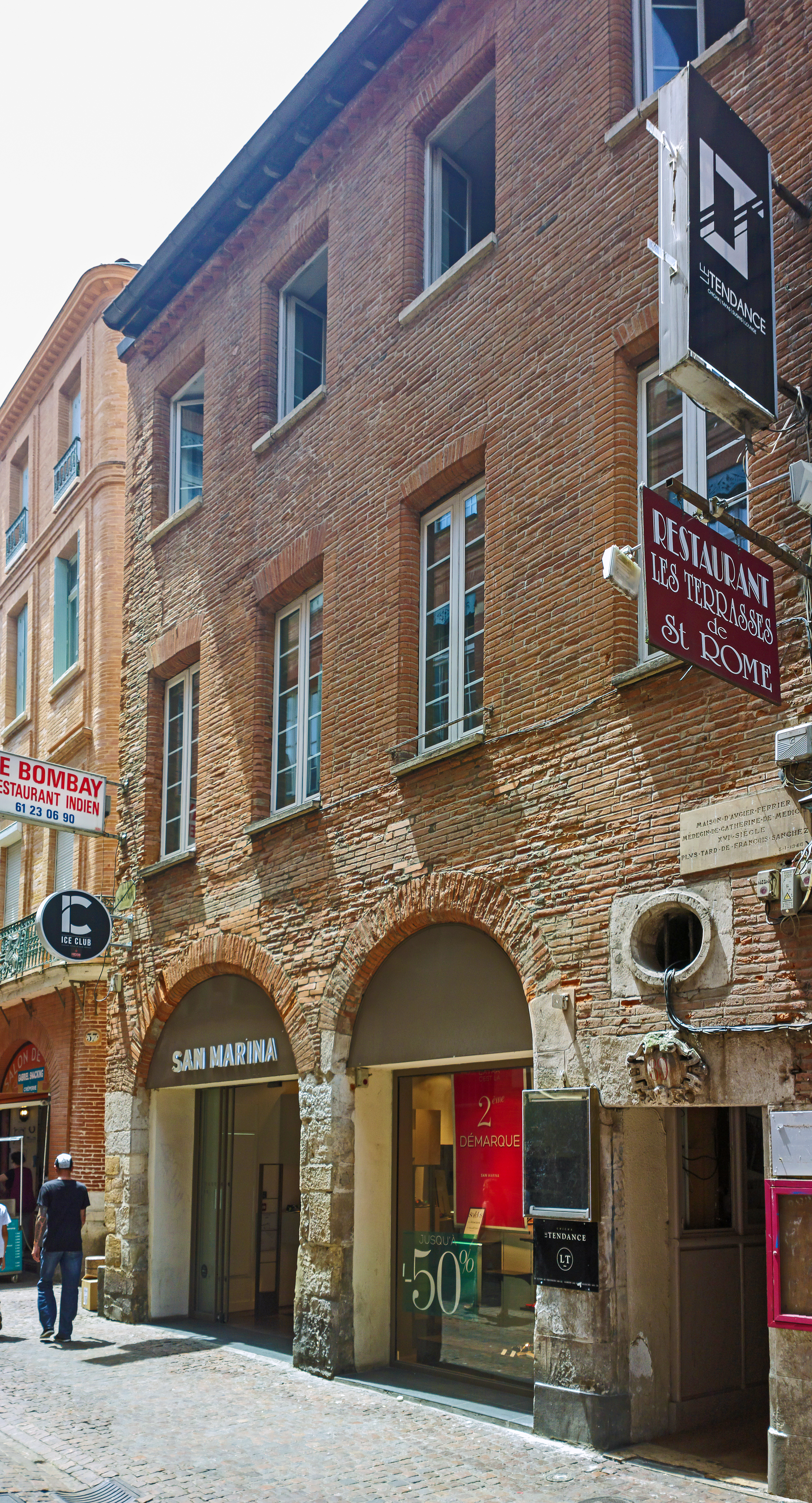
Auger Ferrier : la façade sur rue.
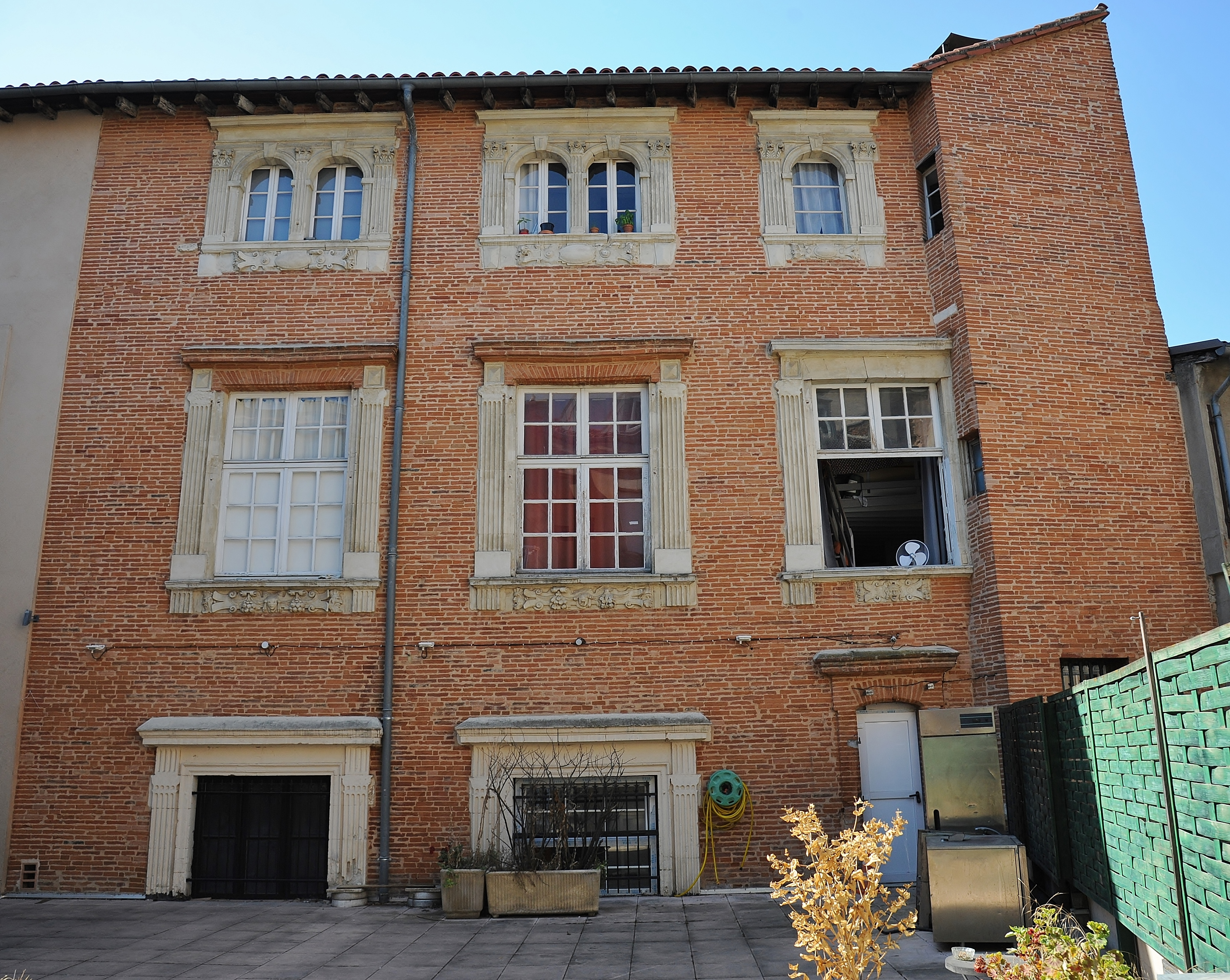
Façade sur cour.
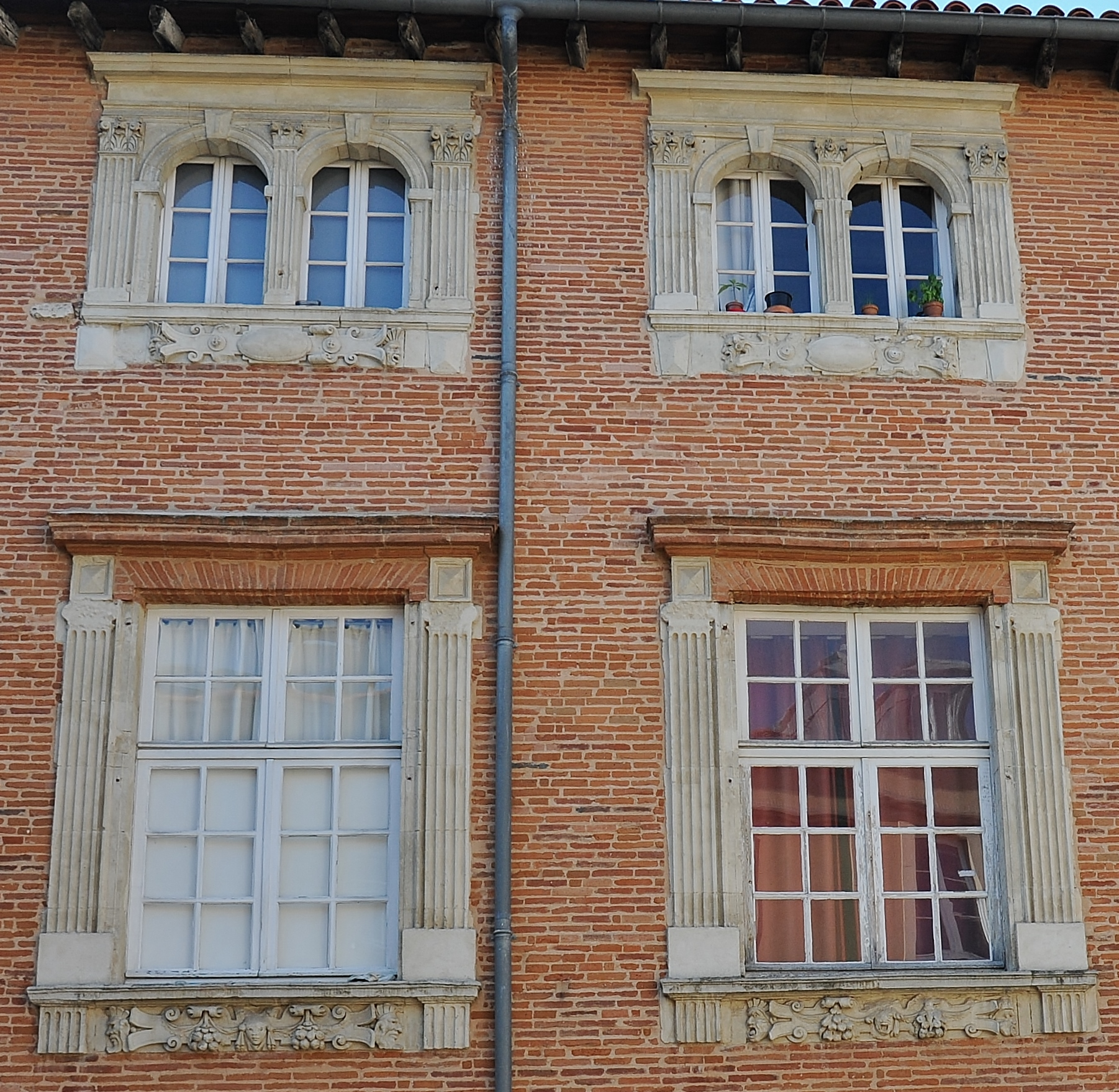
Fenêtres.
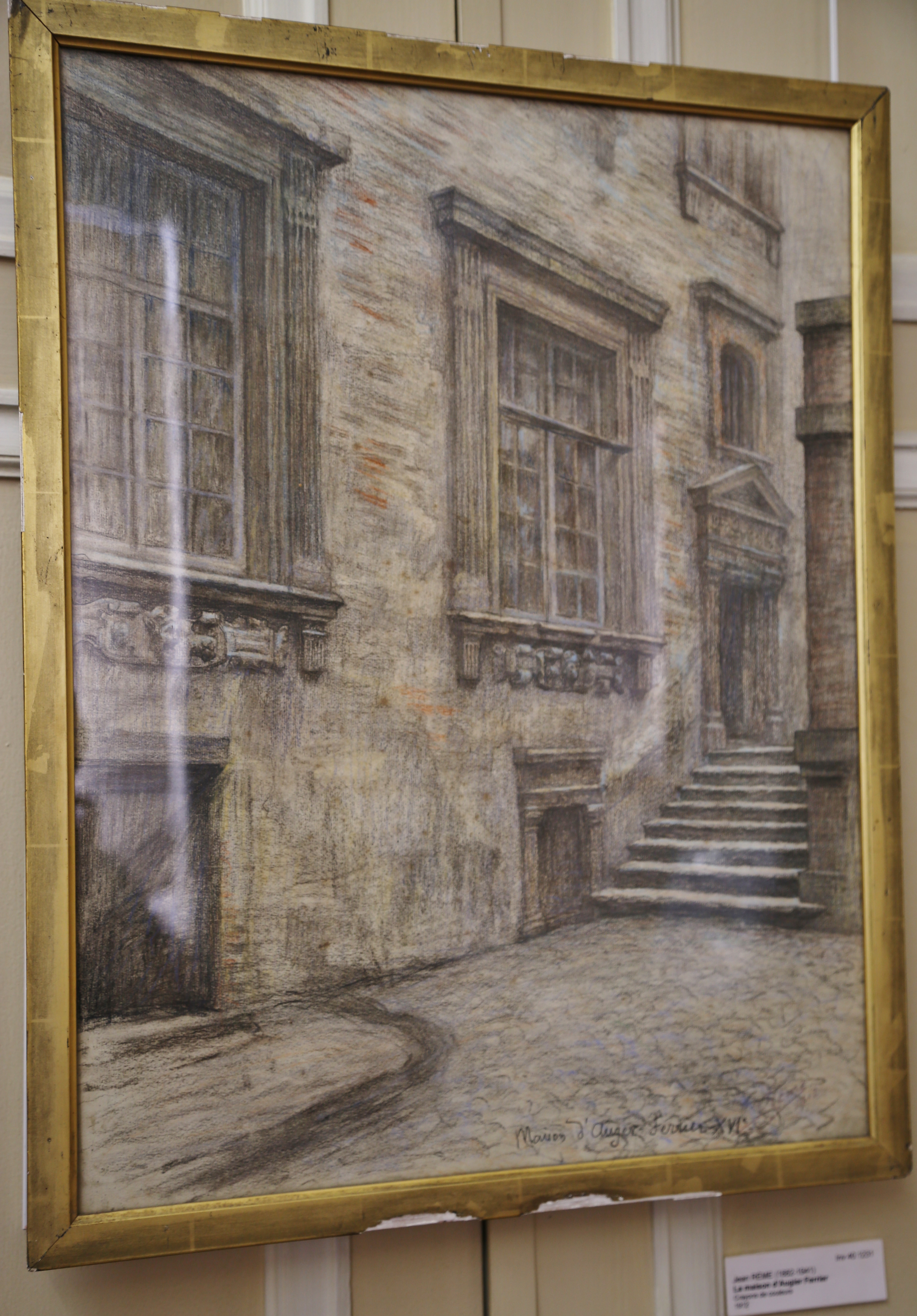
Dessin de 1912 montrant la façade avec la porte.

### L'hôtel de La Mamye
Adresse : 31 rue de la Dalbade.
Guillaume de Lamamye, conseiller au Parlement, fit bâtir son hôtel dans les années 1540. Dans la cour il fit élever une façade de galeries aux trois ordres classiques superposés. Pour la première fois à Toulouse, de grandes colonnes aux chapiteaux doriques, ioniques puis corinthiens se succèdent à chaque niveau de l'élévation. La tour d'escalier hexagonale en brique est couronnée de faux mâchicoulis et de gargouilles, et ornée d'une coquille Saint-Jacques.

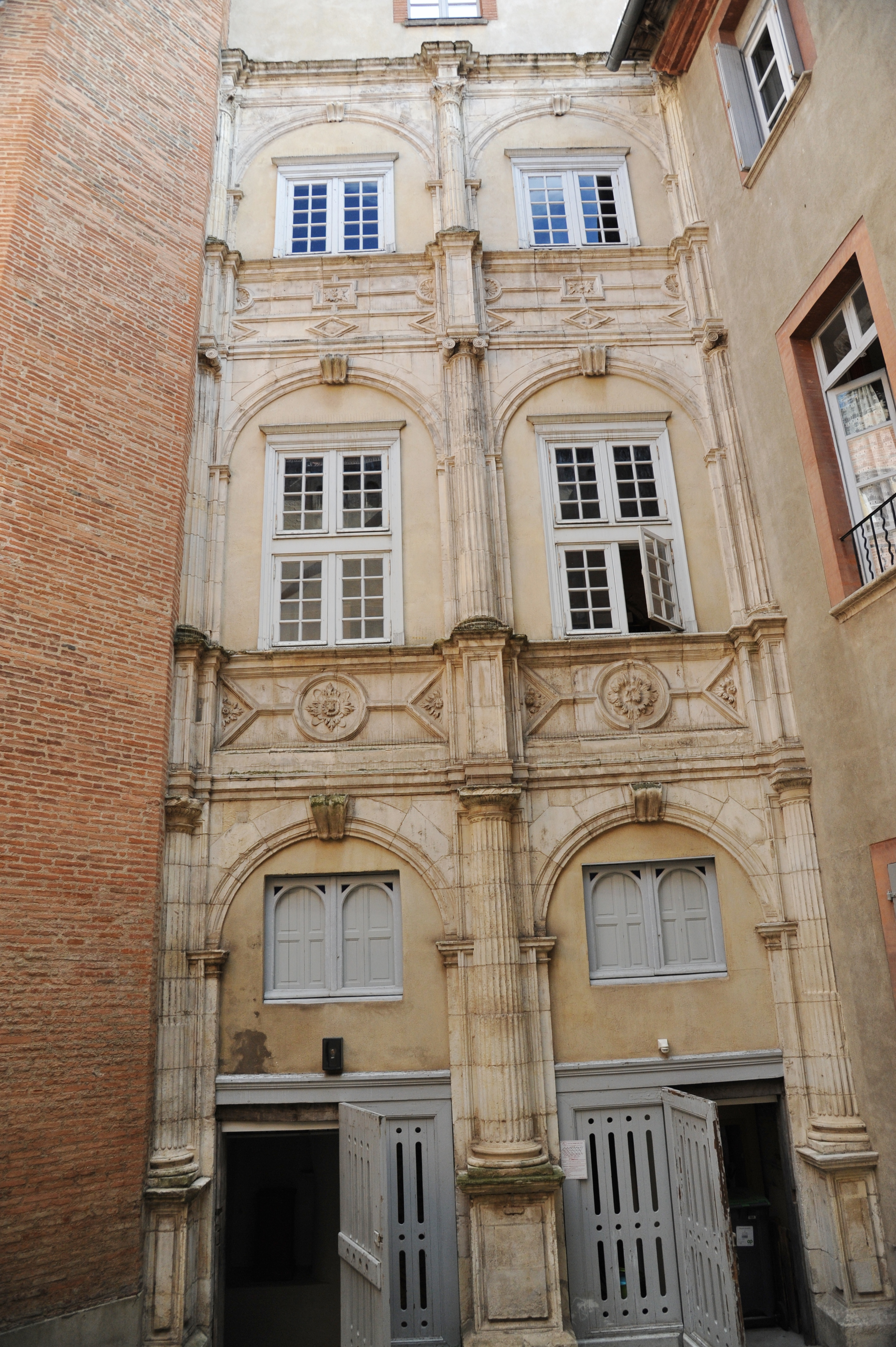
Hôtel de La Mamye : galeries dans la cour.
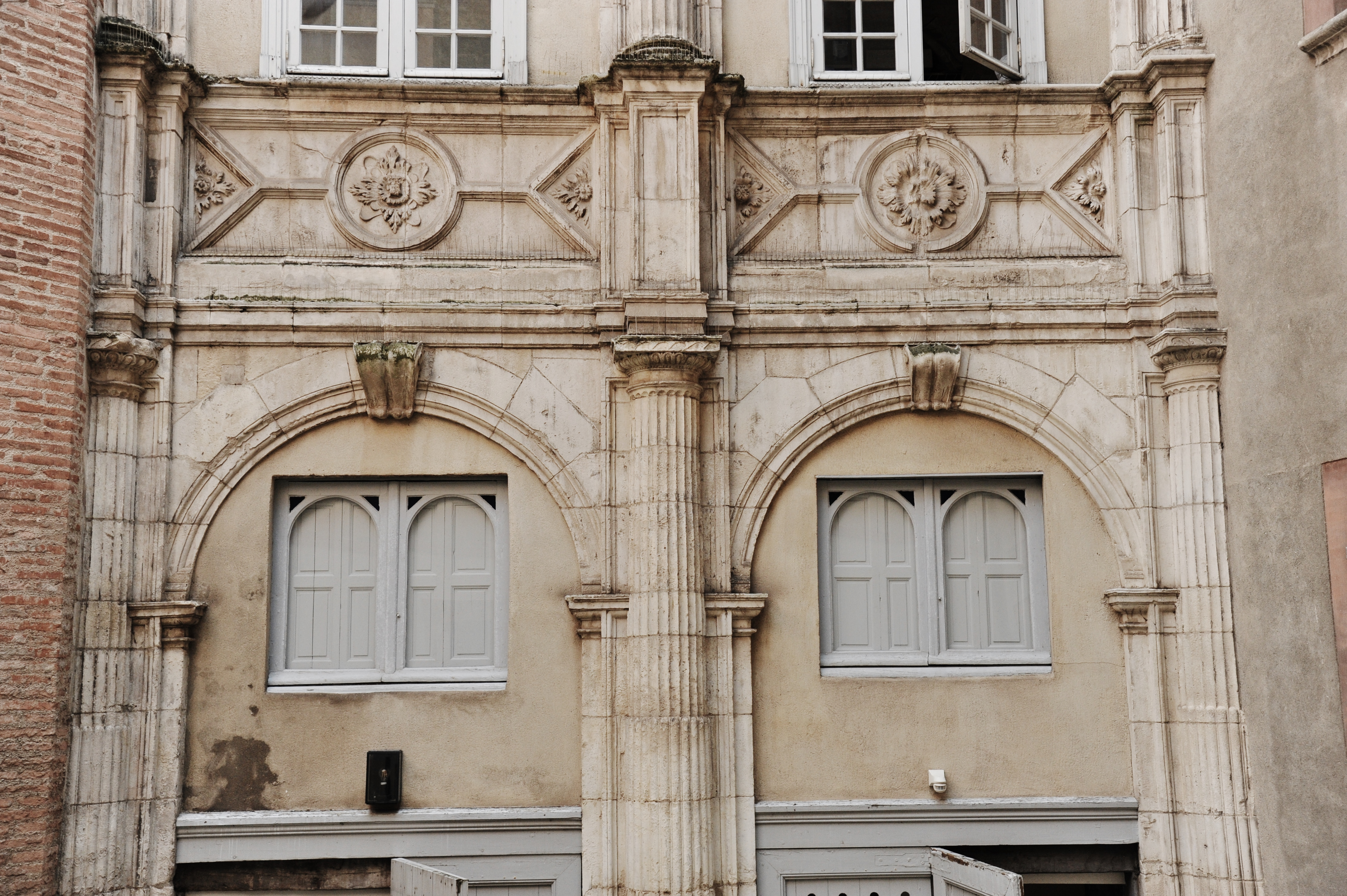
La Mamye : les arcades des galeries ont été murées ultérieurement.
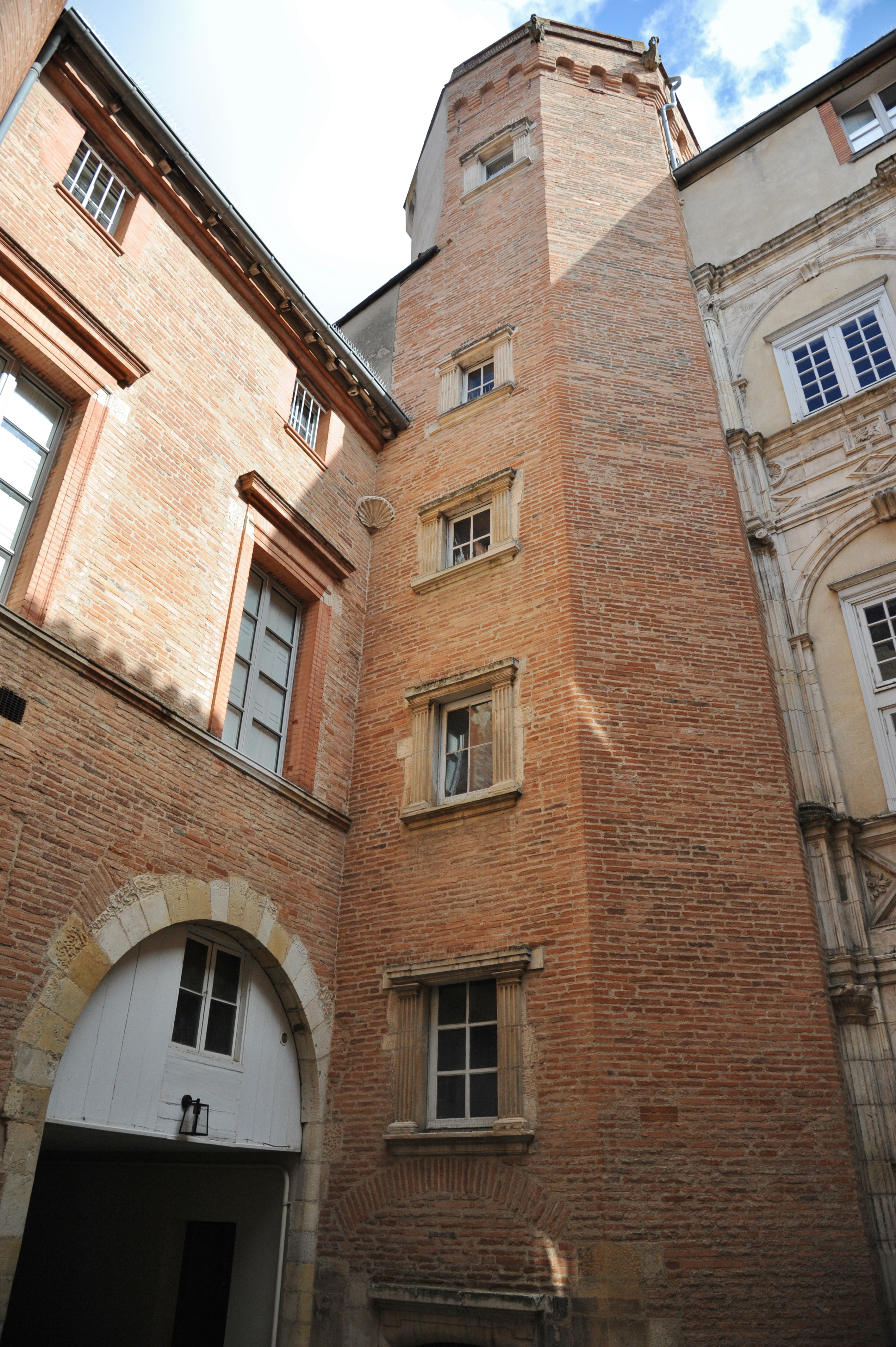
La Mamye : tour d'escalier.

### L'hôtel Lagorrée
Adresse : 34 rue Peyrolières.
La façade de l'hôtel (ainsi que sa cour) ayant été refaite au XIXe siècle, le caractère Renaissance de cet hôtel est parvenu jusqu'à notre époque grâce aux deux portails jumeaux de la fin du XVIe siècle (pour celui de droite) et du début du XVIIe siècle (pour celui de gauche), décorés de croissants de Diane qui supportent la croix du Languedoc à gauche et un globe crucifère à droite.

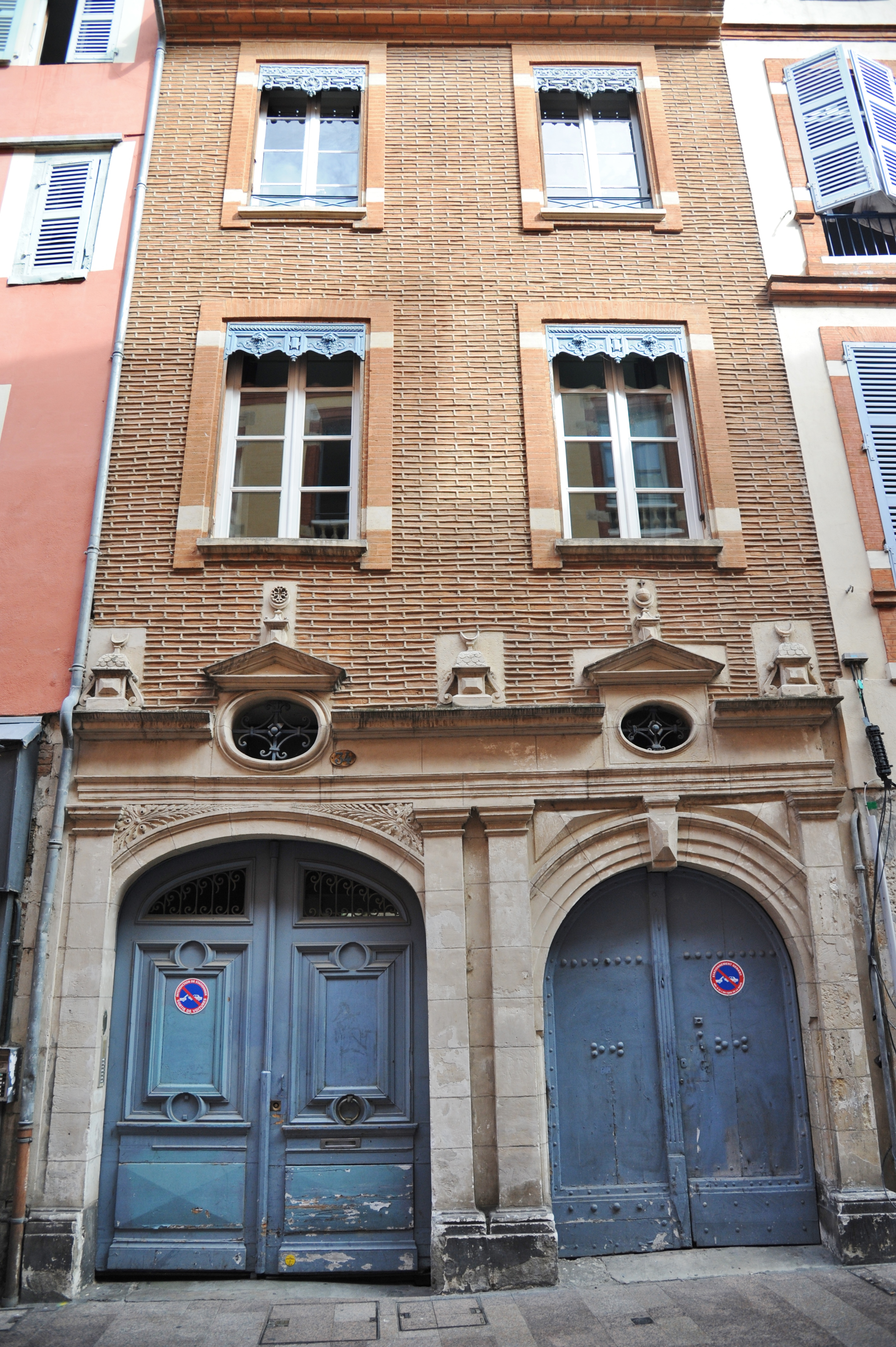
Hôtel de Lagorrée.
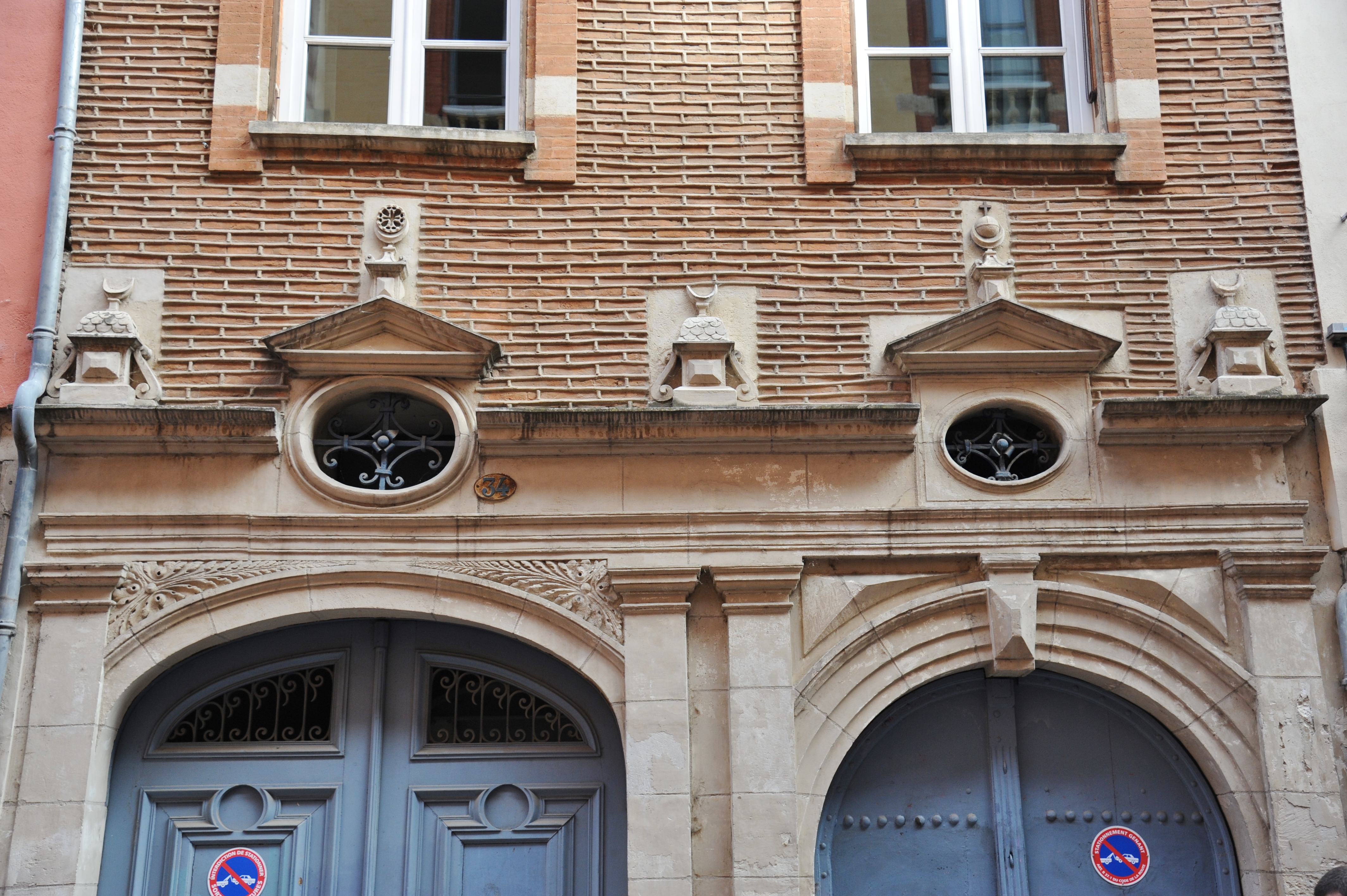
Hôtel de Lagorrée.

### L'hôtel de Lestang
Adresse : 20 rue Saint-Jacques.
L'hôtel fut construit après 1593 pour l'évêque de Lodève, Christophe de Guilhon de Lestang, prélat languedocien et figure politique qui devint ensuite évêque d'Alet puis de Carcassonne, et dont le frère était président au Parlement de Toulouse. Il constitua en plein quartier ecclésiastique une parcelle de 3 000 m2 avec un imposant bâtiment rectangulaire à deux étages, tourné vers le vaste jardin où se trouvent sa belle façade et la porte d'entrée. L'escalier aux parois de brique est décoré de pilastres et de grandes niches à coquilles. Les ouvertures à l'alternance brique et pierre annoncent la bichromie qui sera à la mode tout au long du siècle suivant.
Sur la place Saint-Jacques, le portail à l'encadrement composé d'une alternance de briques et de pierres, traitées en bossage ou végétalisées, reprend lui aussi cette bichromie qui donne une harmonie visuelle à l'ensemble du bâtiment.

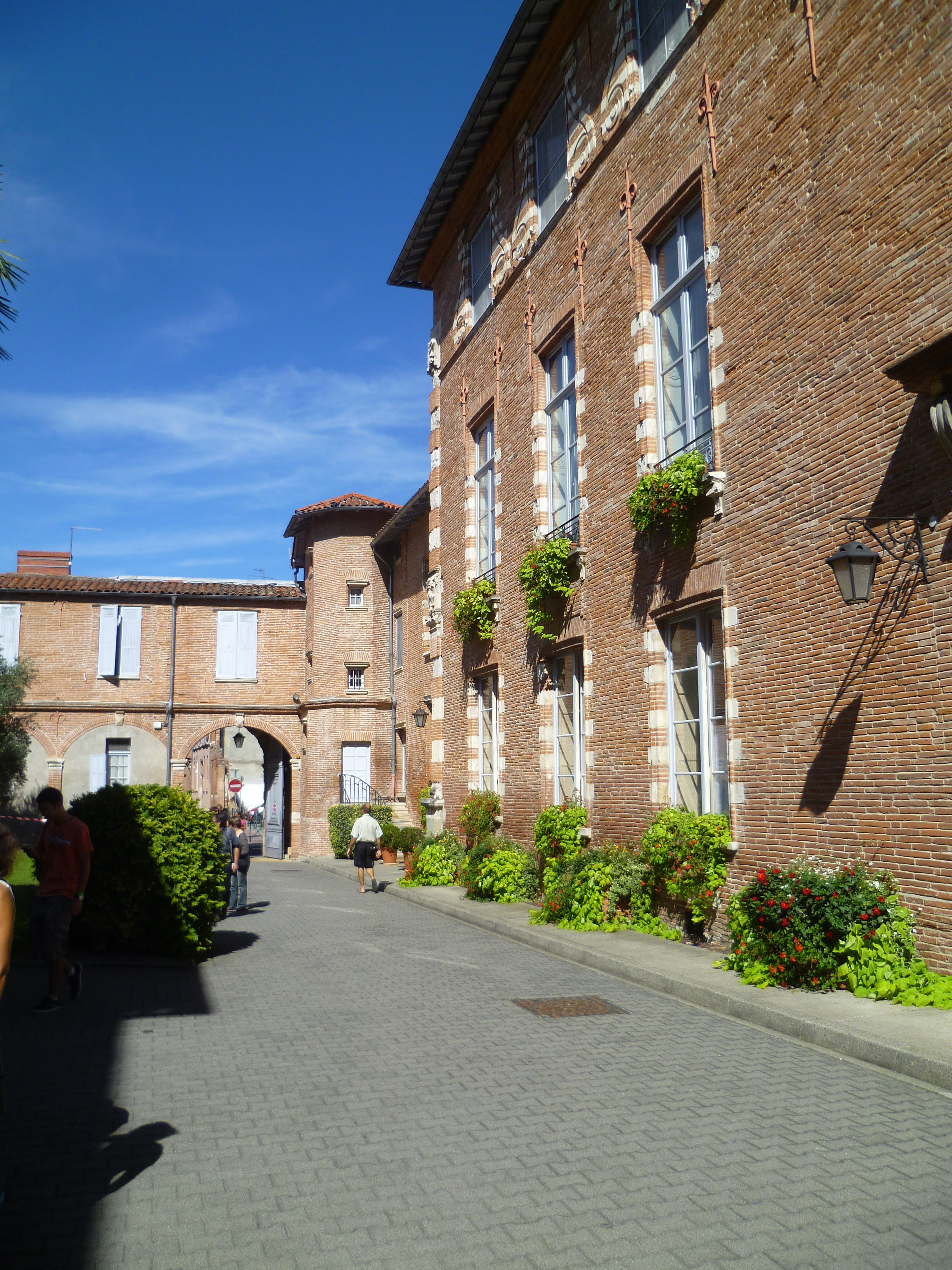
Hôtel de Lestang : cour.
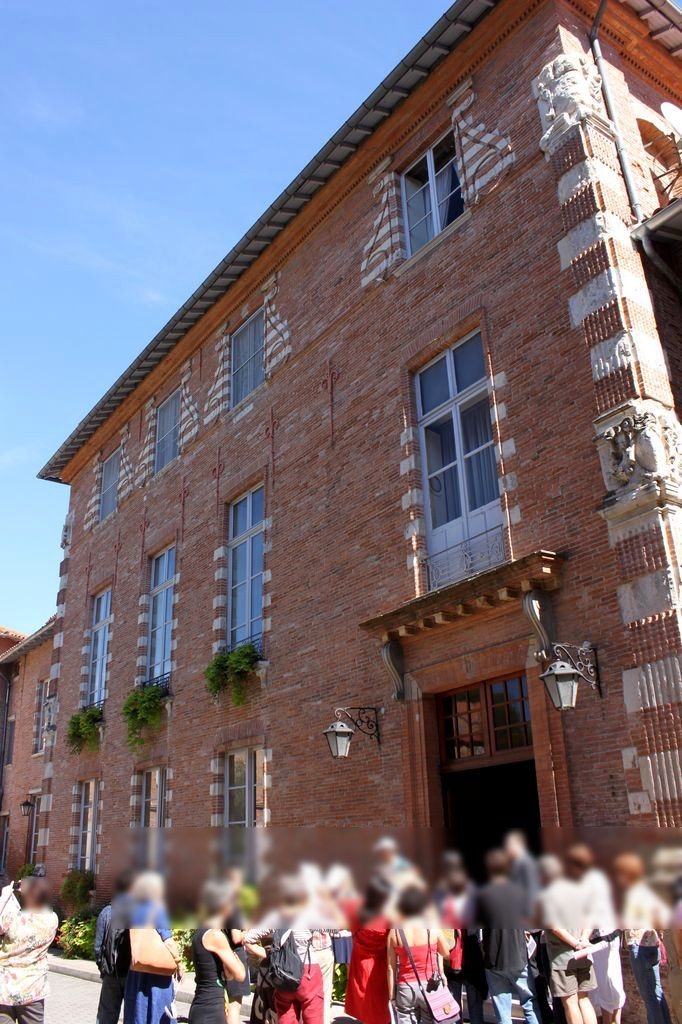
Hôtel de Lestang.
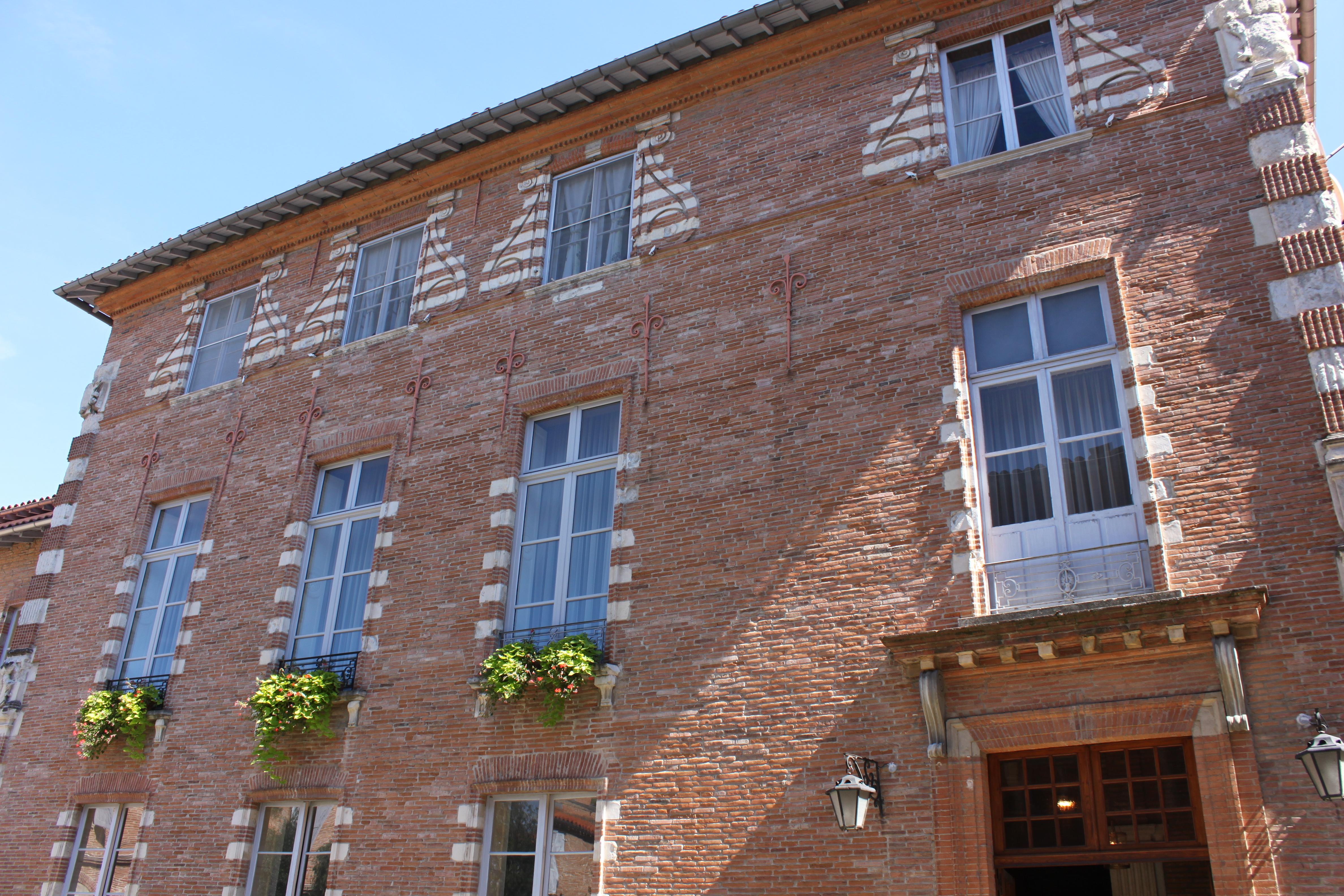
Hôtel de Lestang, façade sur jardin.
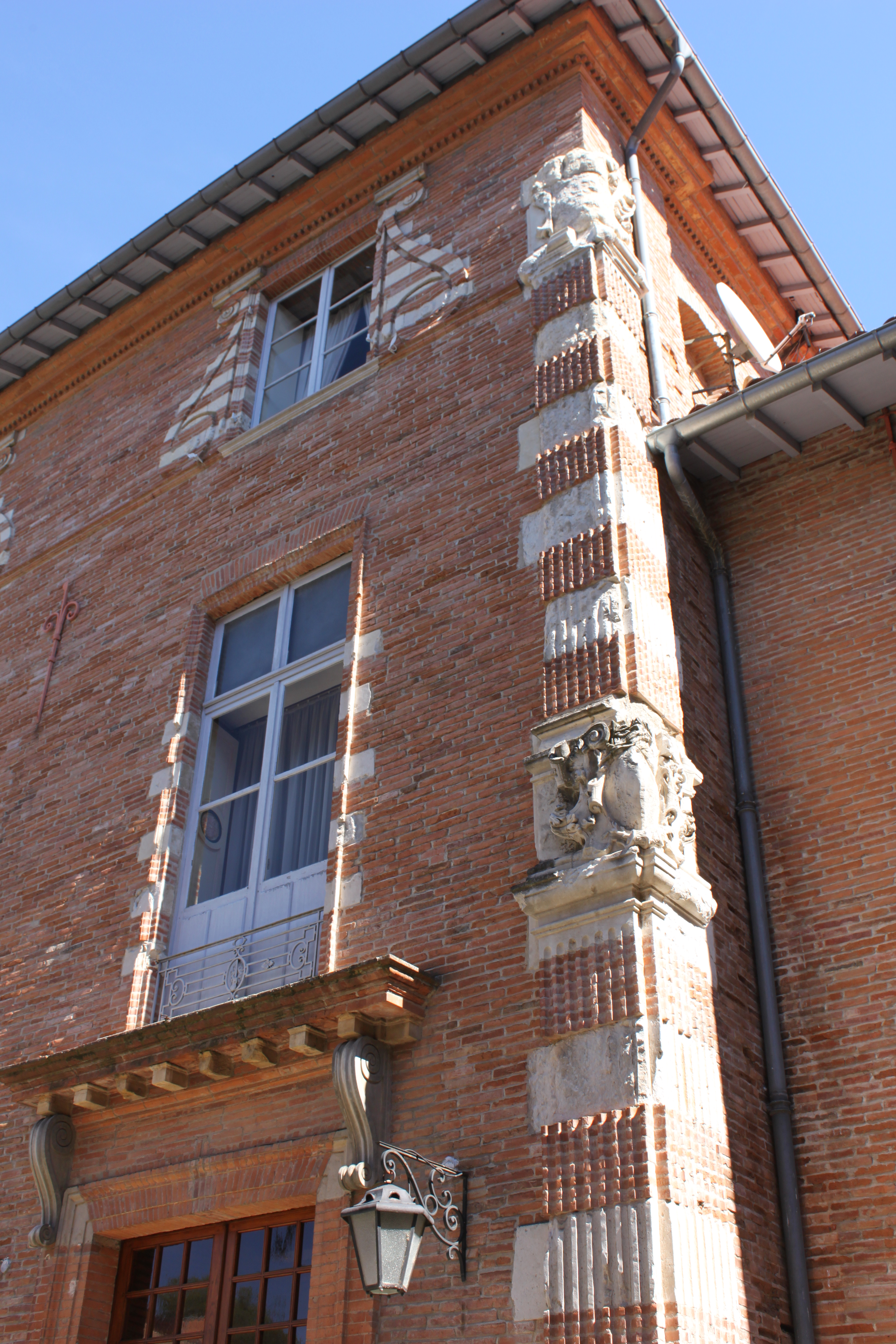
Lestang : pilastre d'angle.
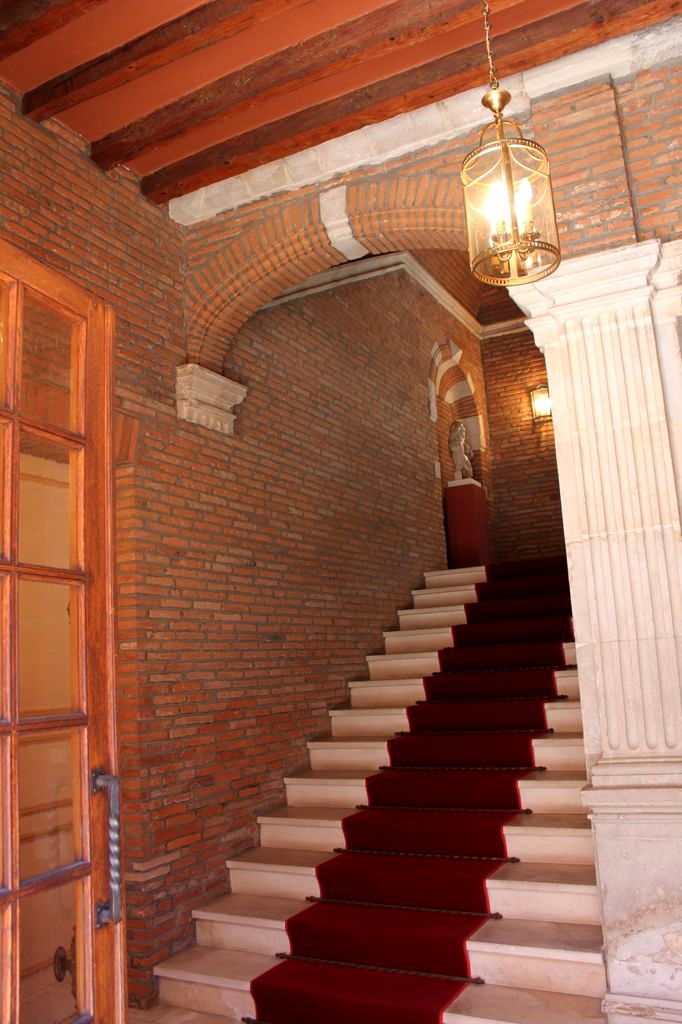
Hôtel de Lestang : escalier.
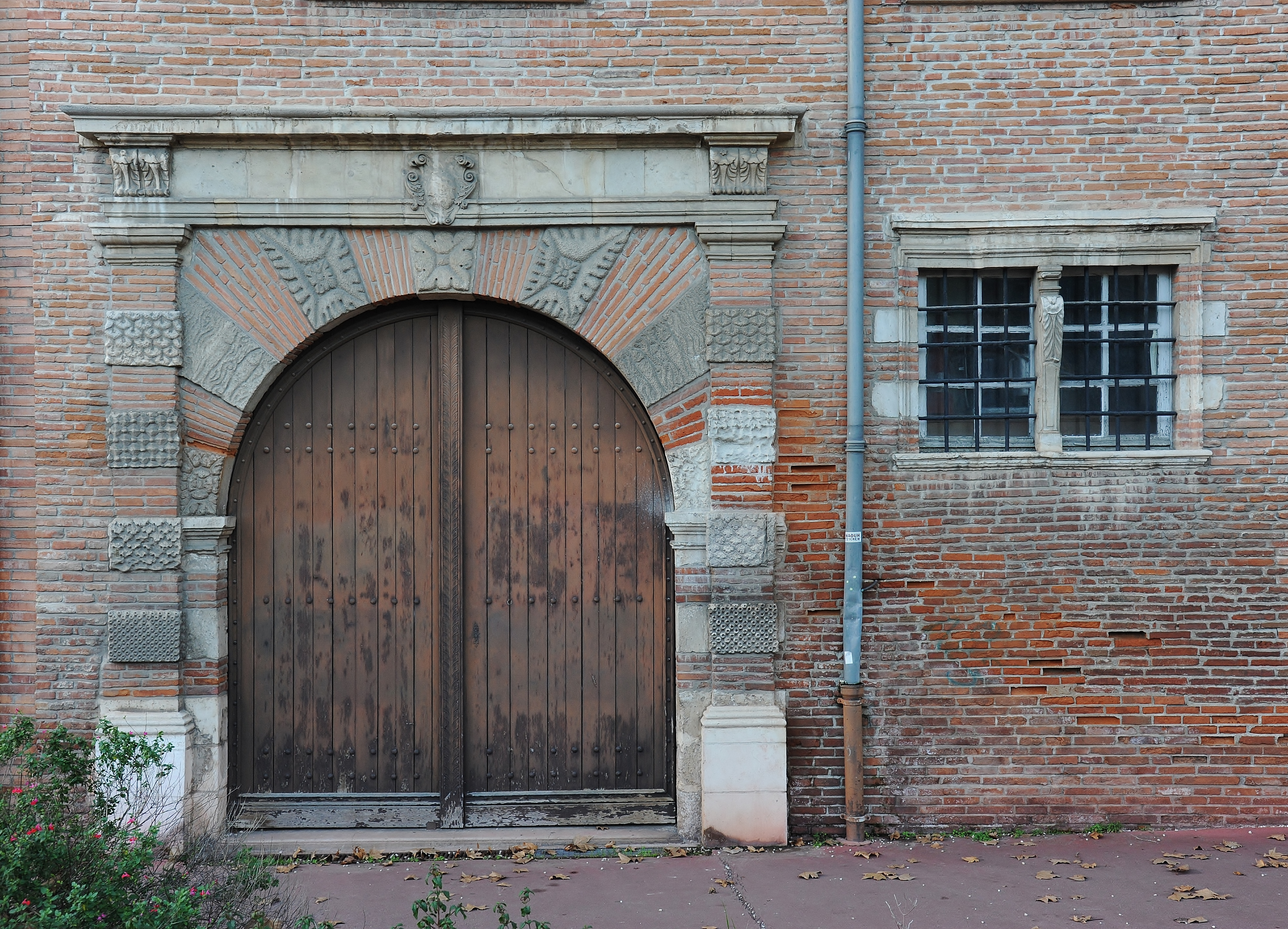
Hôtel de Lestang : portail place Saint-Jacques.
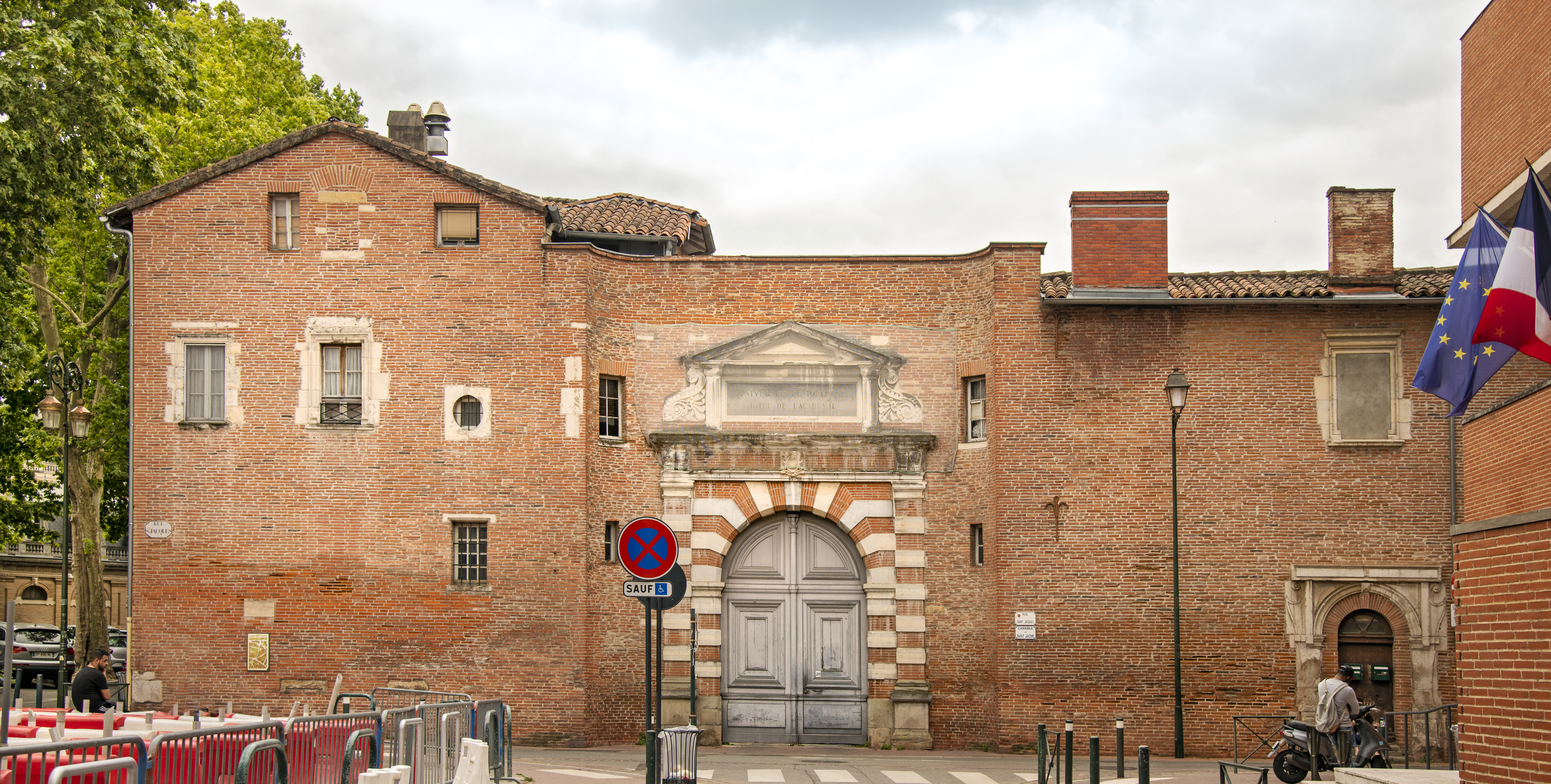
Lestang : façade sur la rue Saint-Jacques avec portail du XIXe siècle.

### L'hôtel de Mansencal
Adresse : 1 rue Espinasse.
Jean de Mansencal, premier président au Parlement et réputé très savant, fit construire vers 1540-1560 cet hôtel entre cour et jardin. Sur la cour, les élévations dominées par la tour d'escalier sont percées de baies en pierre soulignées par un chambranle à double crossettes, une coursière aux arcades en anse de panier et aux consoles en pierre surplombe la cour.
La tour d'escalier, de forme carrée, est une des plus hautes de la ville et abrite un escalier en vis qui se termine par une voûte dont les nervures se développent depuis une colonne corinthienne.
Côté jardin (aujourd'hui une cour d'école) se trouve la façade la plus impressionnante, dont il ne reste plus que deux des cinq travées d'origine, séparées par des pilastres à l'antique en brique où les ordres se superposent au fil des niveaux. Les baies arrondies aux chambranles à double crossettes et à colonnettes classiques sont inscrites dans des arcs en plein cintre, celles du dernier niveau évoquent les fenêtres du palais Rucellai de Florence.

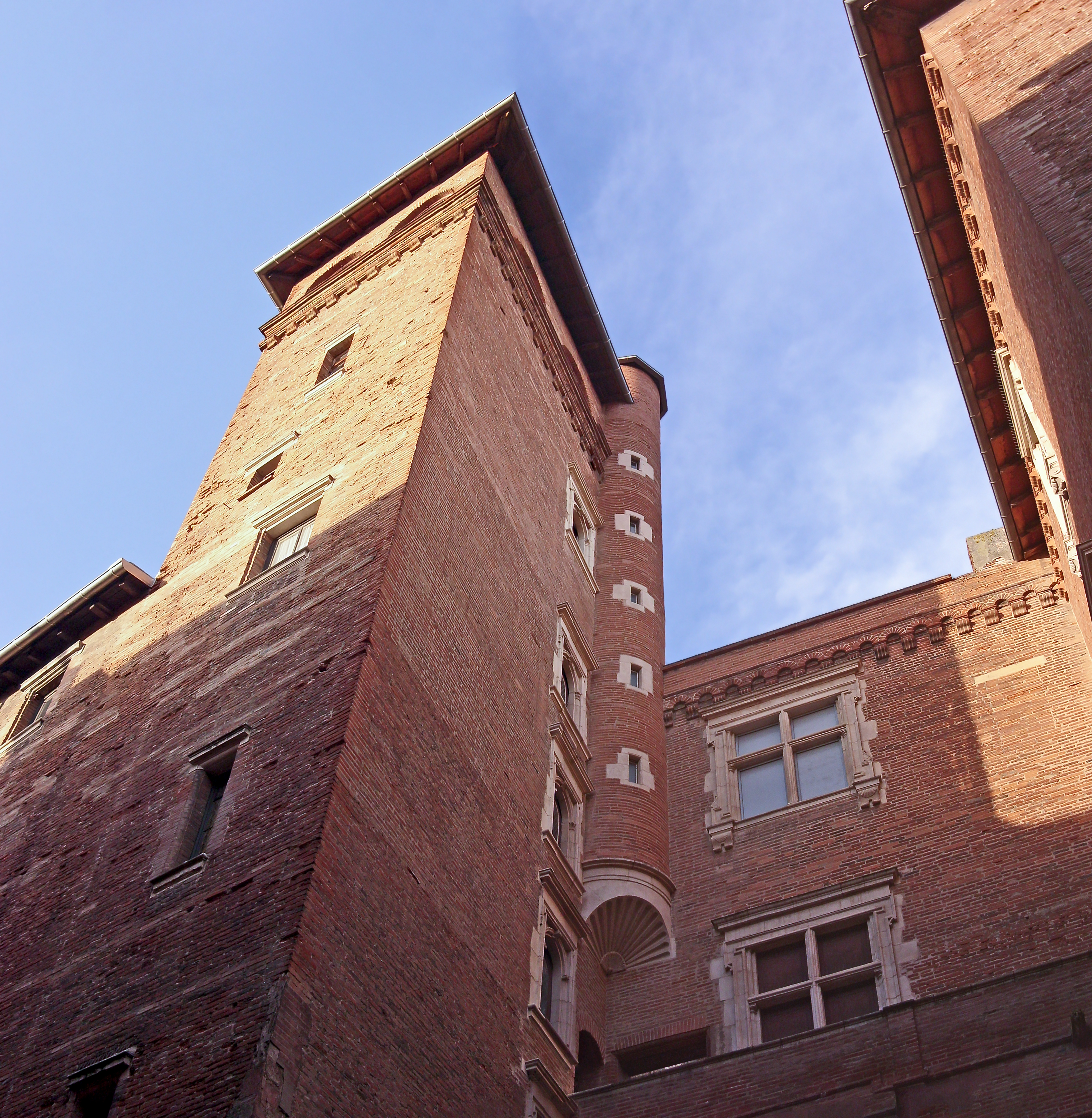
Hôtel de Mansencal : façades sur rue et tour.
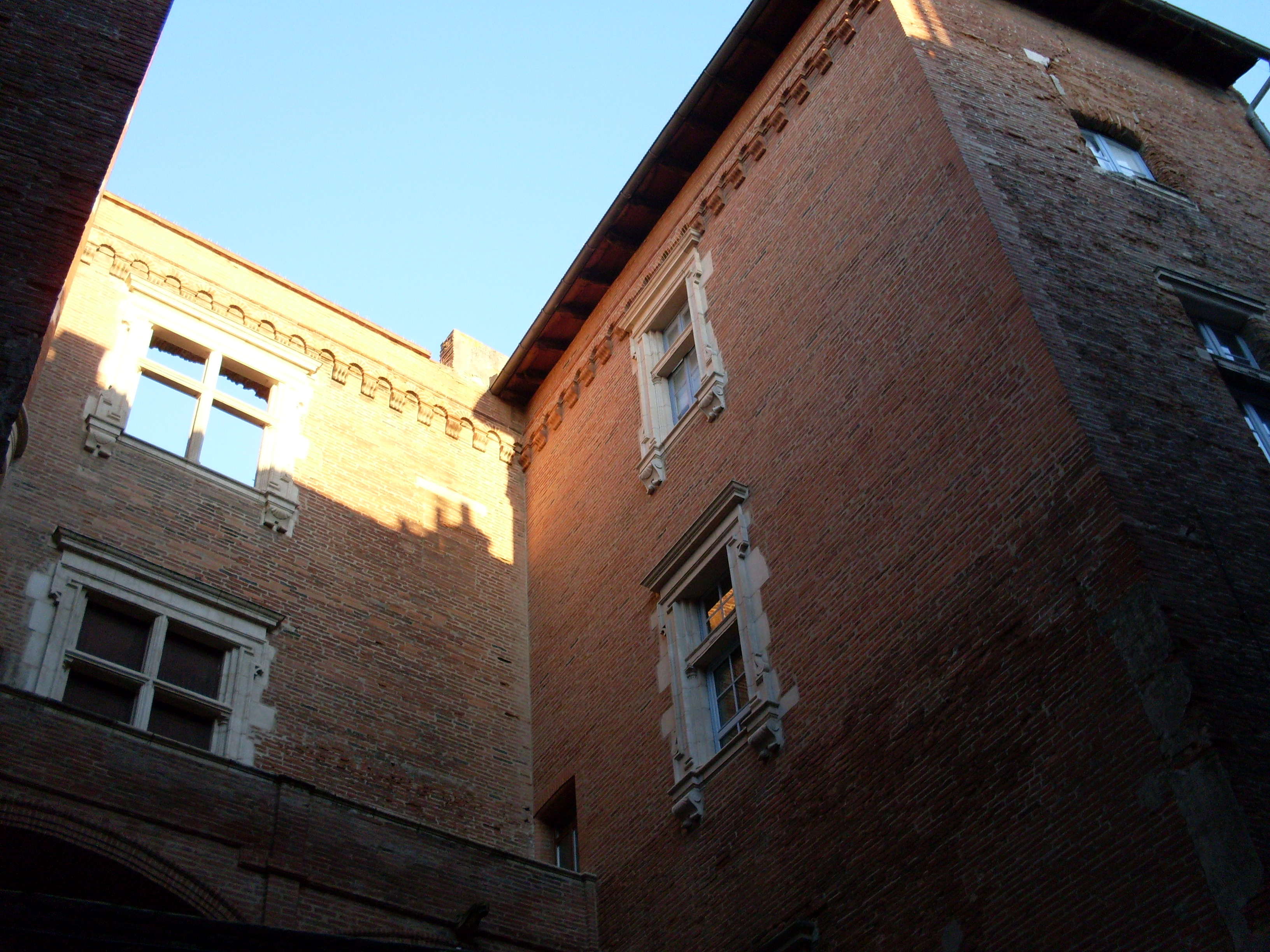
Mansencal : façades sur rue et tour.
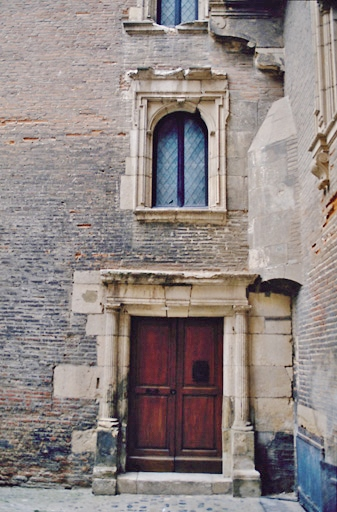
Mansencal : fenêtre et porte de la tour.
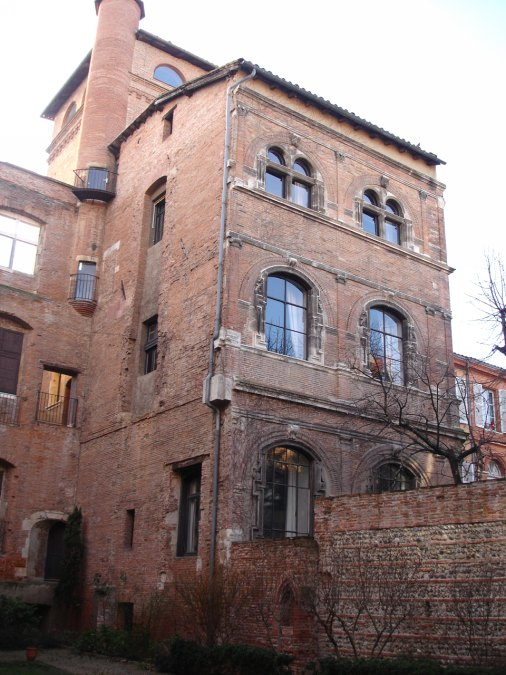
Mansencal : façade sur jardin.
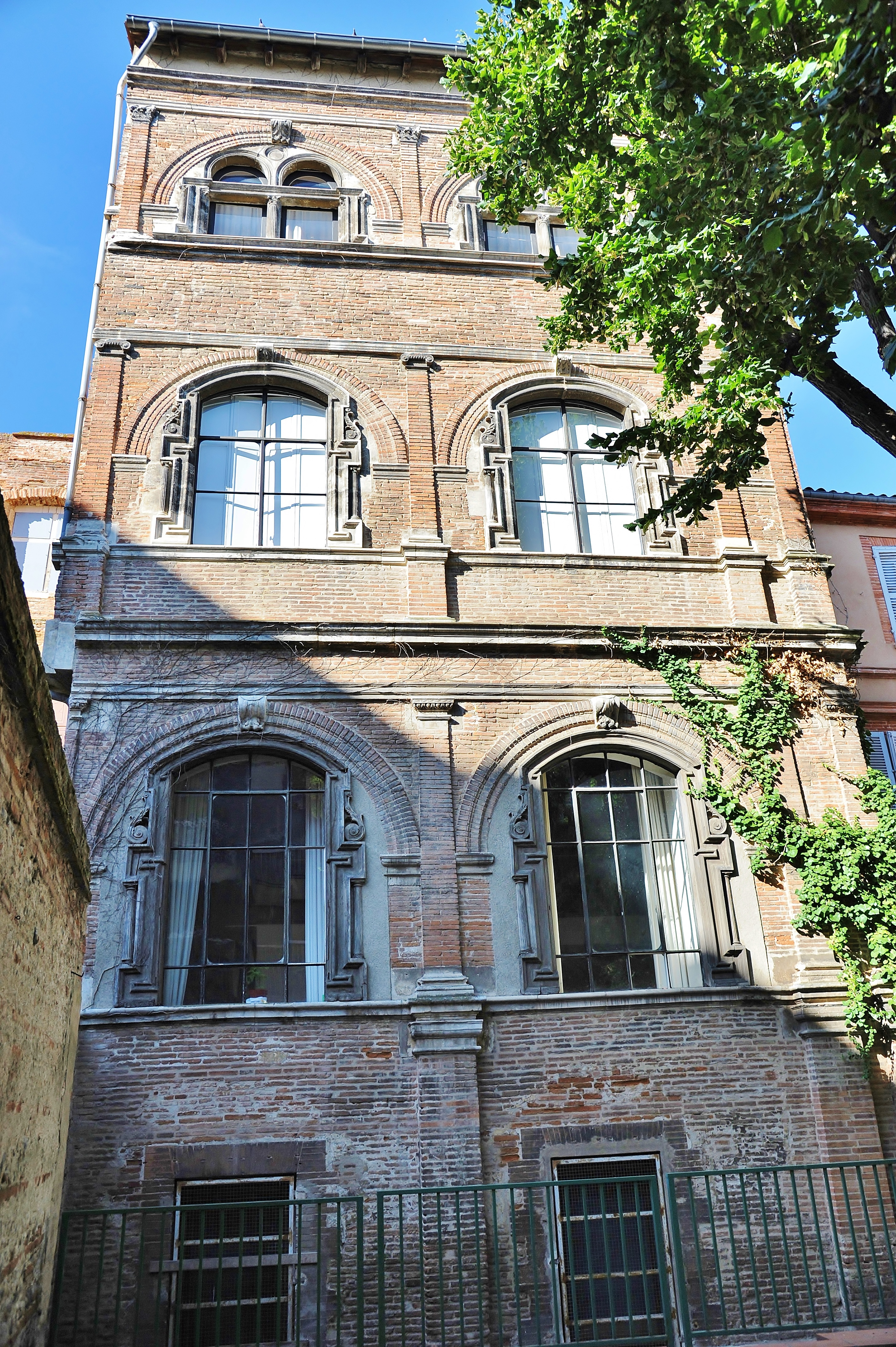
Mansencal : façade sur jardin.
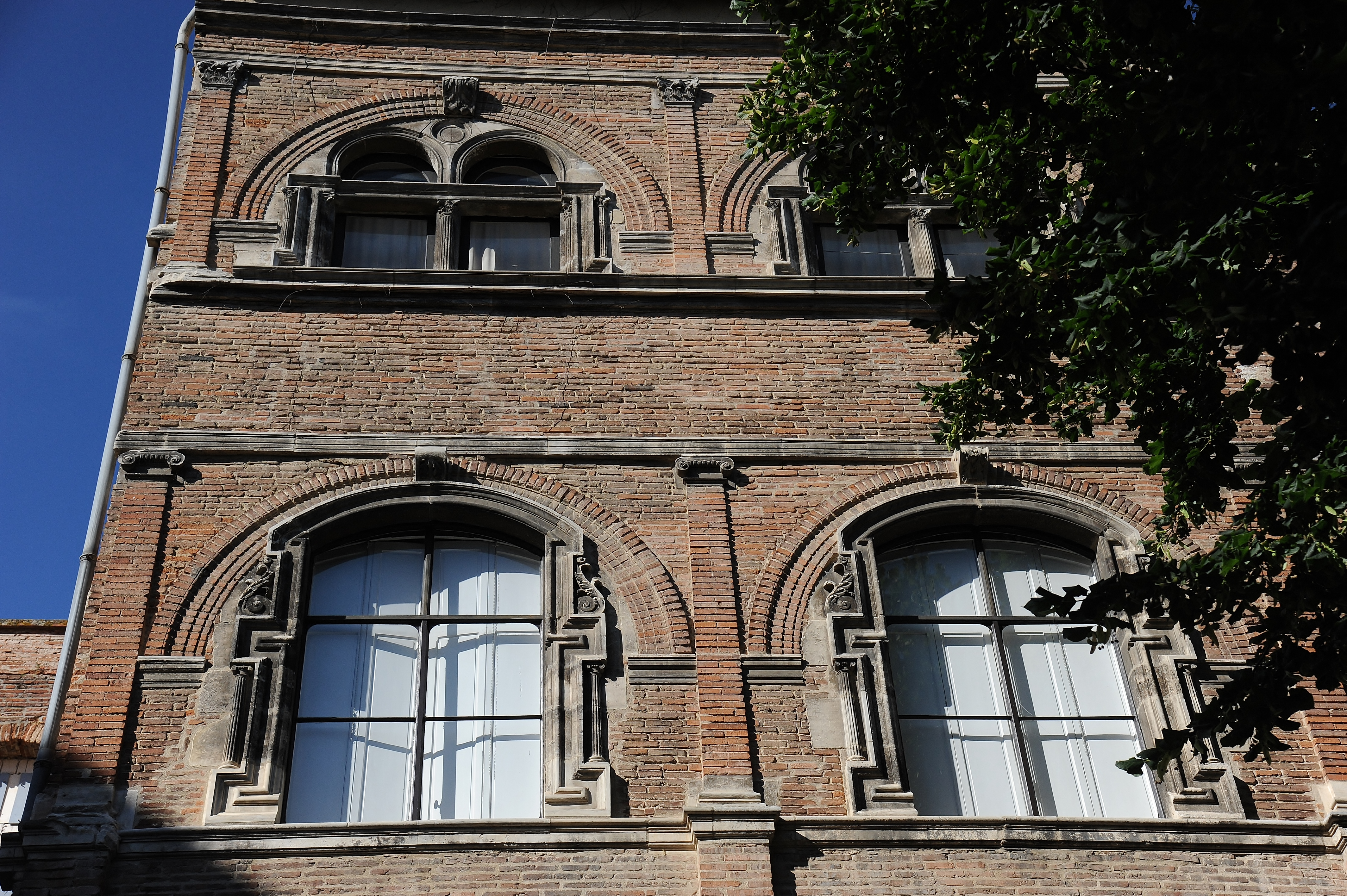
Mansencal : étages de la façade sur jardin.
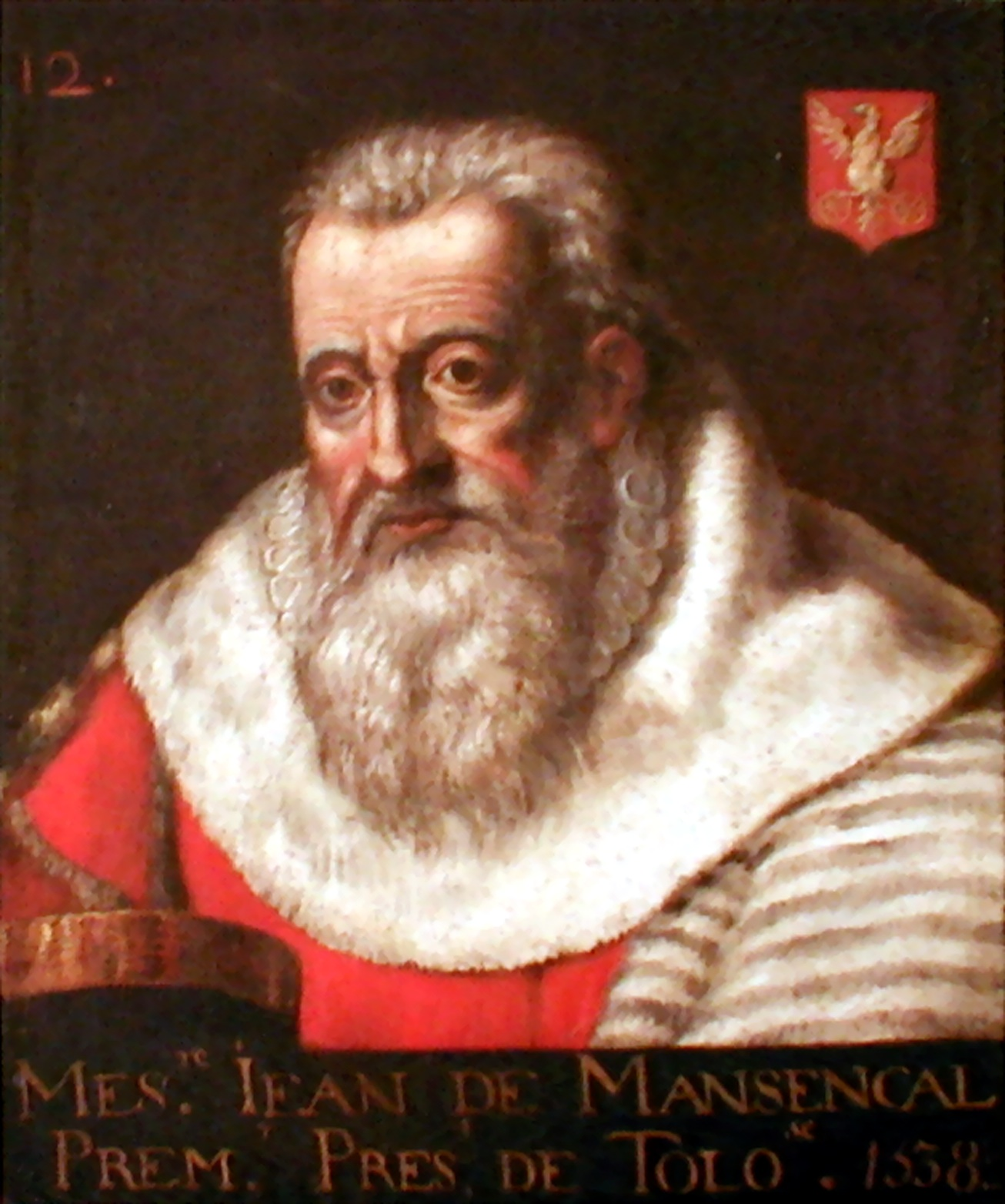
Portrait de Jean de Mansencal, premier président au Parlement.

### L'hôtel de Massas (ou hôtel d'Aldéguier)
Adresse : 29 rue de la Dalbade.
Longtemps attribuée au propriétaire Antoine d'Aldéguier, capitoul en 1603, la construction de cet hôtel entre cour et jardin semble plutôt commencer dans le dernier quart du XVIe siècle avec Géraud de Massas, conseiller au Parlement, et pourrait être l’œuvre de l'architecte Dominique Bachelier.
Dans la cour, les fenêtres sont abondamment décorées, les jeux de polychromie brique-pierre et certains motifs tels des masques, pointes de diamant, monstres hybrides, termes, relèvent de l'architecture maniériste de la seconde moitié du siècle. Un remaniement survenu en 1865, destiné à régulariser la cour, a provoqué notamment la refonte complète de la façade nord et la disparition d'une coursière en encorbellement dans l'esprit de celle de l'hôtel d'Assézat, et dont il ne reste que les arcs en brique décorés de pointes de diamant en pierre.

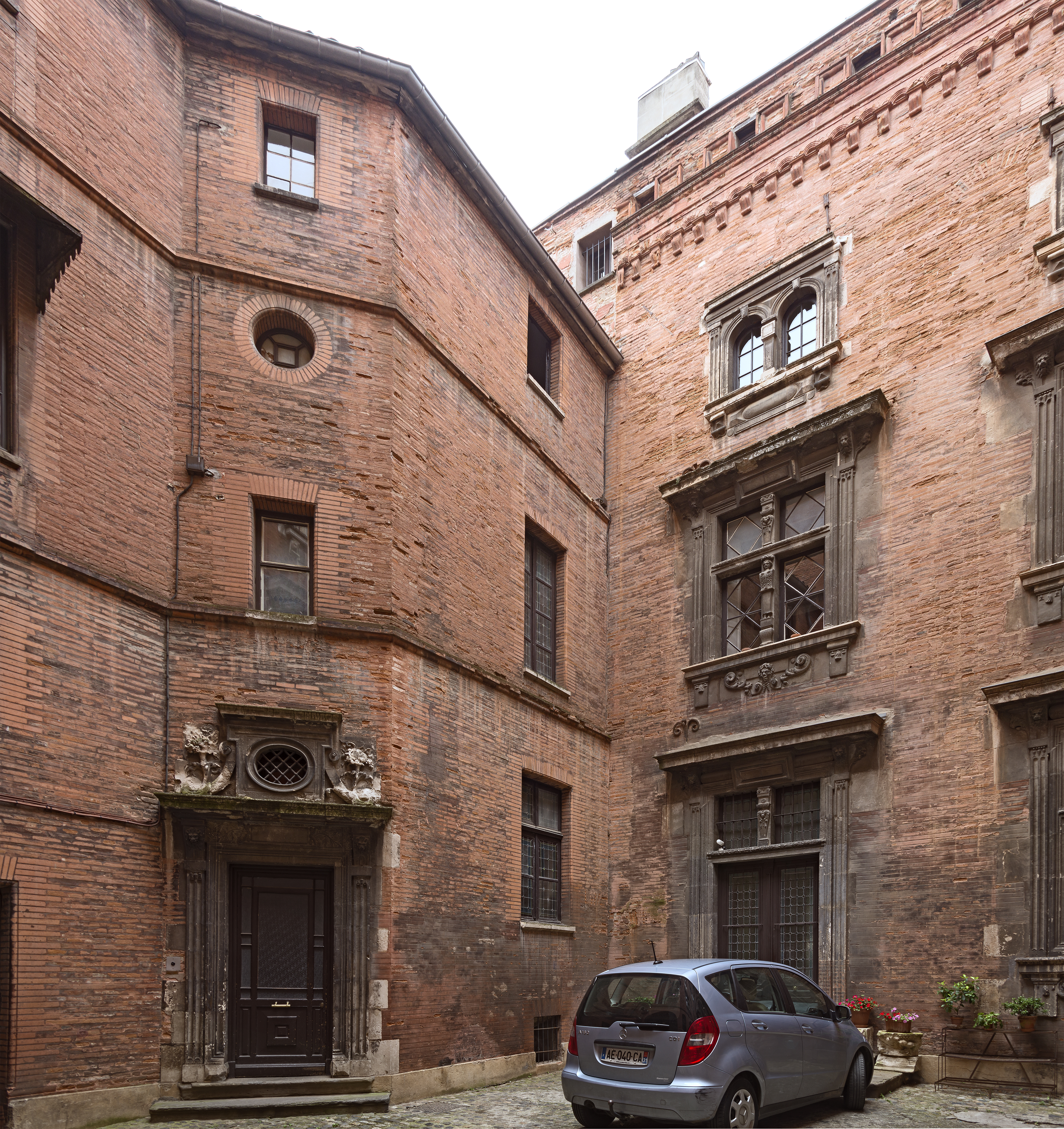
Hôtel de Massas, cour.
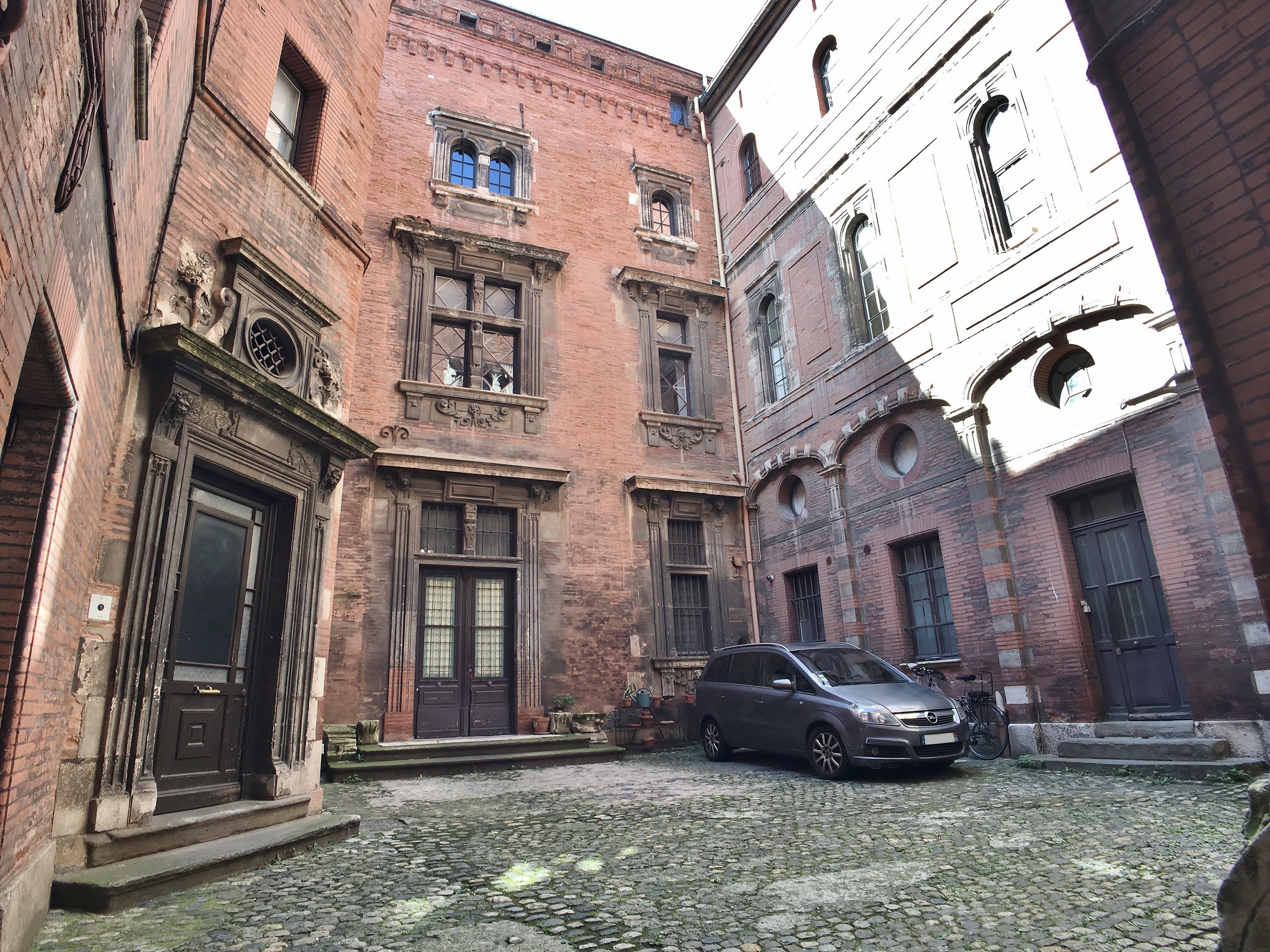
Massas.
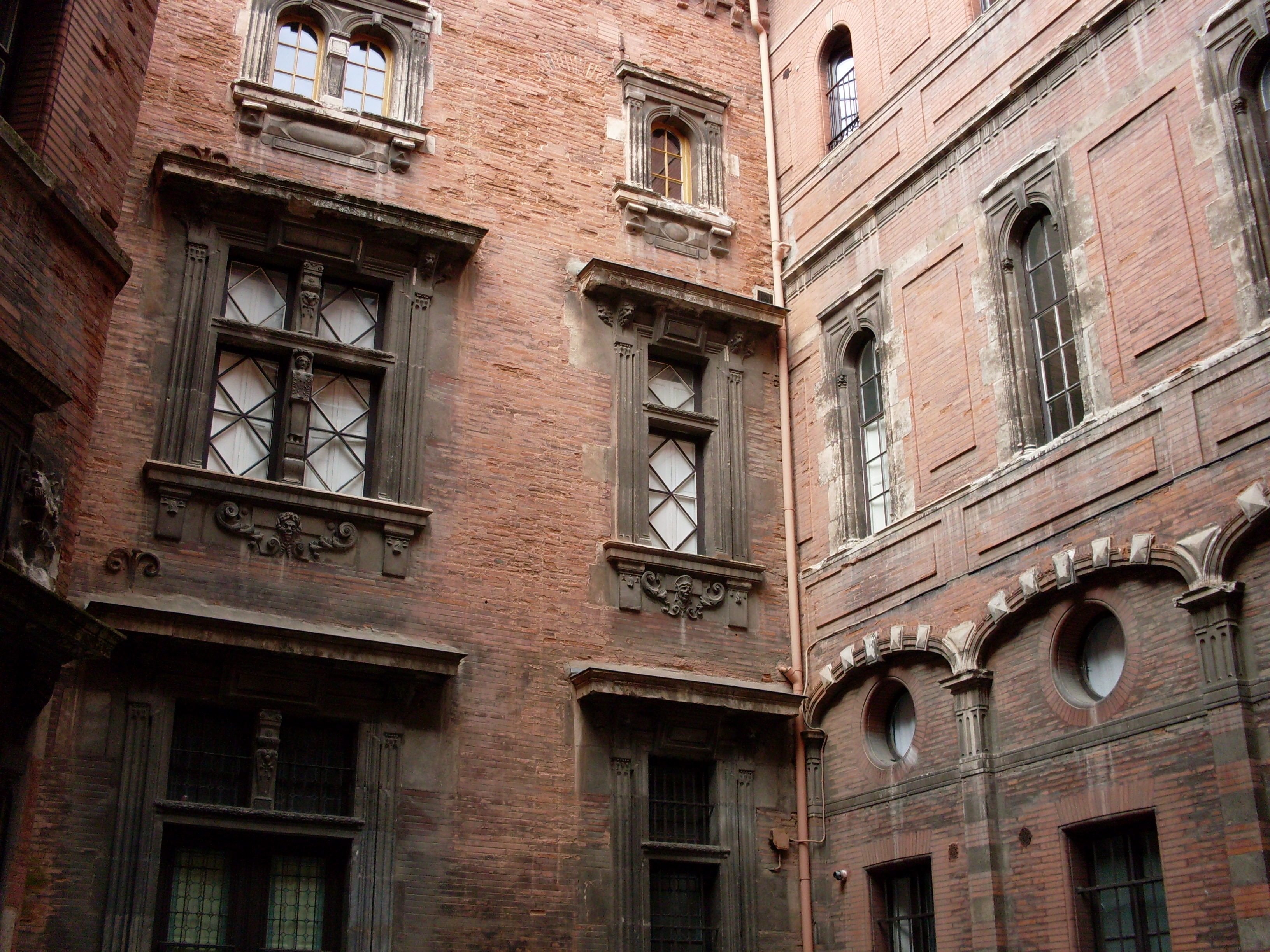
Massas : façade ouest.
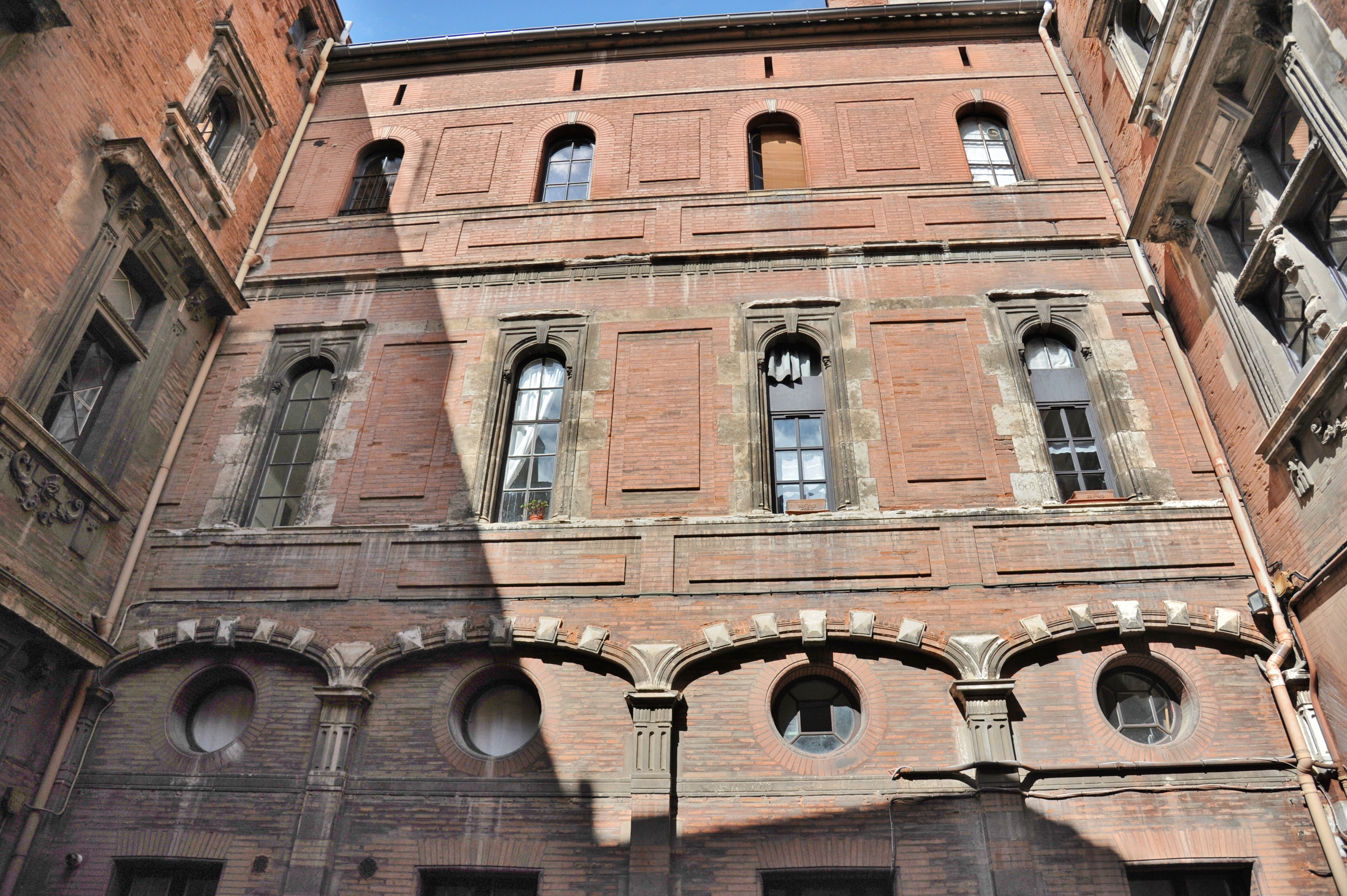
Massas : façade nord remaniée au XIXe siècle.
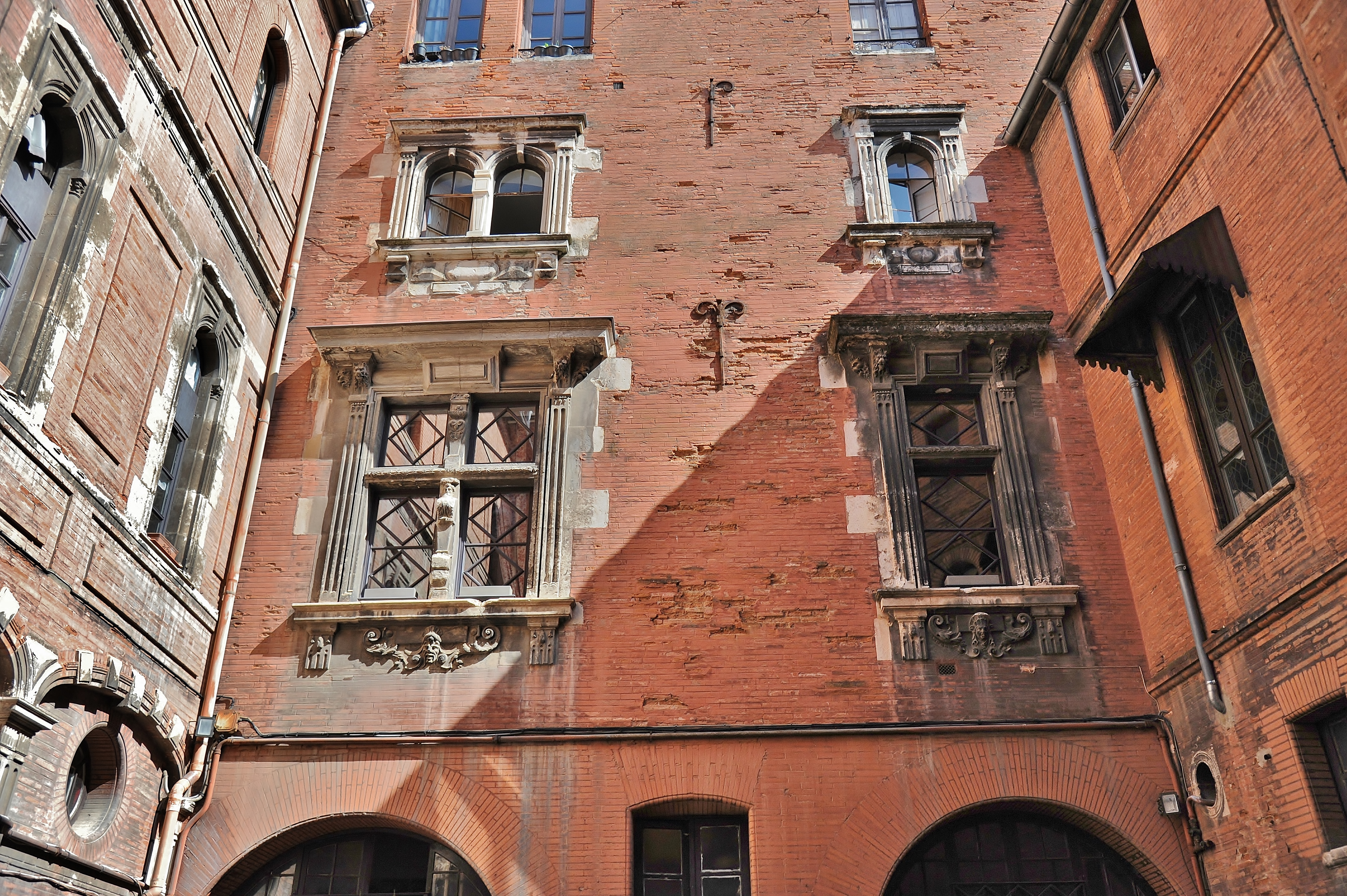
Massas : façade est.
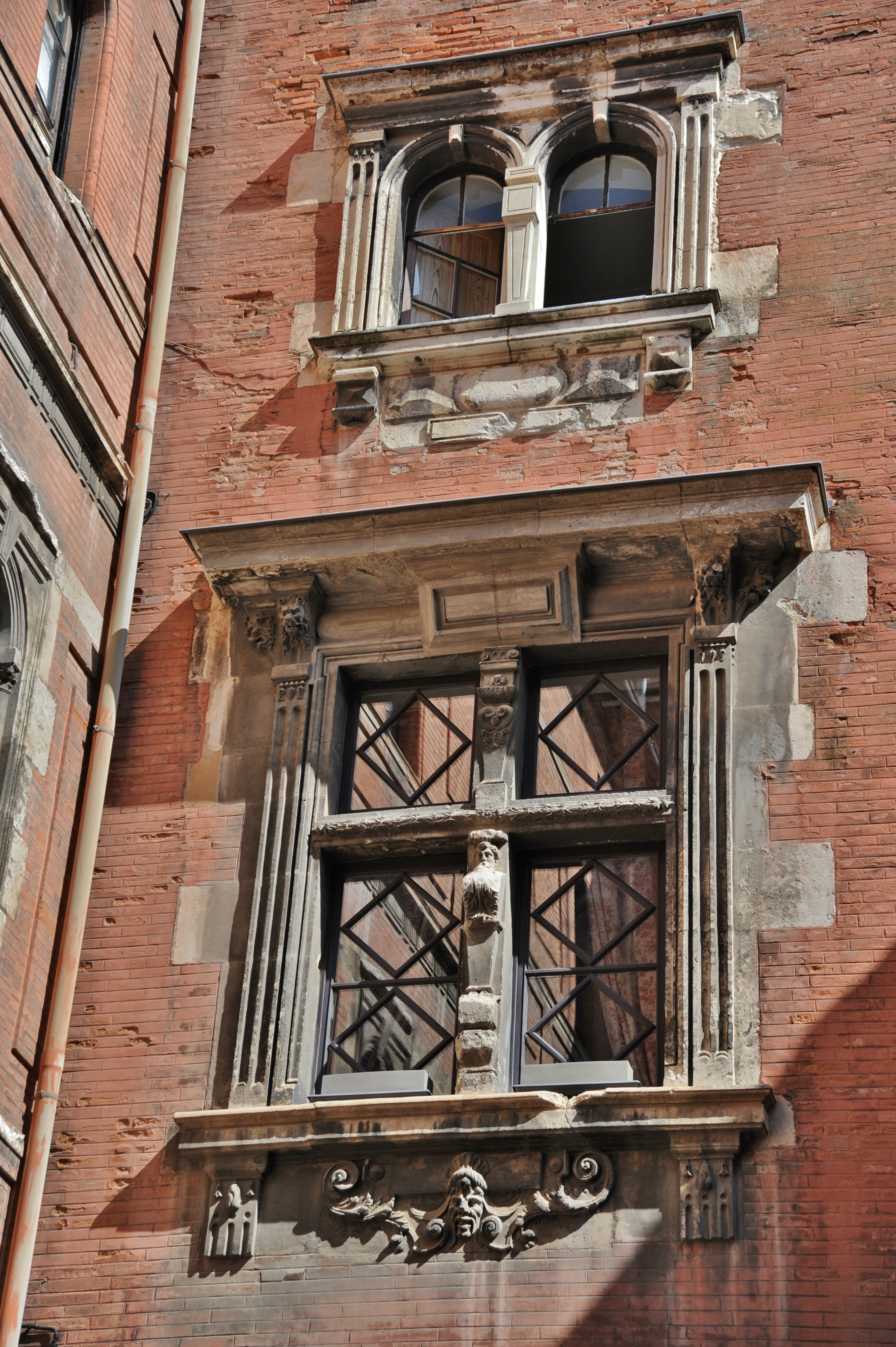
Massas : fenêtres.

### L'hôtel de Molinier (ou hôtel de Felzins)
Adresse : 22 rue de la Dalbade.
Construit à partir de 1550 pour le conseiller au Parlement Gaspard de Molinier, cet hôtel se démarque par son remarquable portail monumental, au décor maniériste enrichi d'incrustations de marbres des Pyrénées. Prenant modèle sur une gravure de Serlio, ce portail déploie au-dessus de colonnes corinthiennes jumelées un riche décor de figures sculptées représentant un bestiaire fantastique. Sa partie supérieure porte la date de sa construction (1556) ainsi qu'une devise stoïcienne, Sustine et abstine. Deux termes engainés d'après Marcantonio Raimondi et plusieurs dizaines de marbres de couleur soigneusement enchâssés dans la pierre témoignent de la culture savante du propriétaire ainsi que du rôle des Toulousains dans l'acheminement de marbres pyrénéens vers les chantiers royaux, comme celui du Louvre.
Dans la deuxième cour subsistent une fenêtre et une tourelle au décor Renaissance, cette dernière met en scène des putti jouant avec une guirlande d'abondance. Ce décor servira d'inspiration trois siècles plus tard aux frères Virebent pour le décor en terre cuite blanche de l'immeuble du 5 rue Baronie et pour le cul-de-lampe d'une chaire à prêcher de la cathédrale de Toulouse.
Dans l'hôtel, une des plus belles cheminées de la Renaissance toulousaine (1551-1556) présente une inscription renvoyant à la charité chrétienne. Son décor sculpté célèbre l'Hercule gaulois enchaînant les hommes par son éloquence, un symbole du bon gouvernement et une référence aux rois de France.

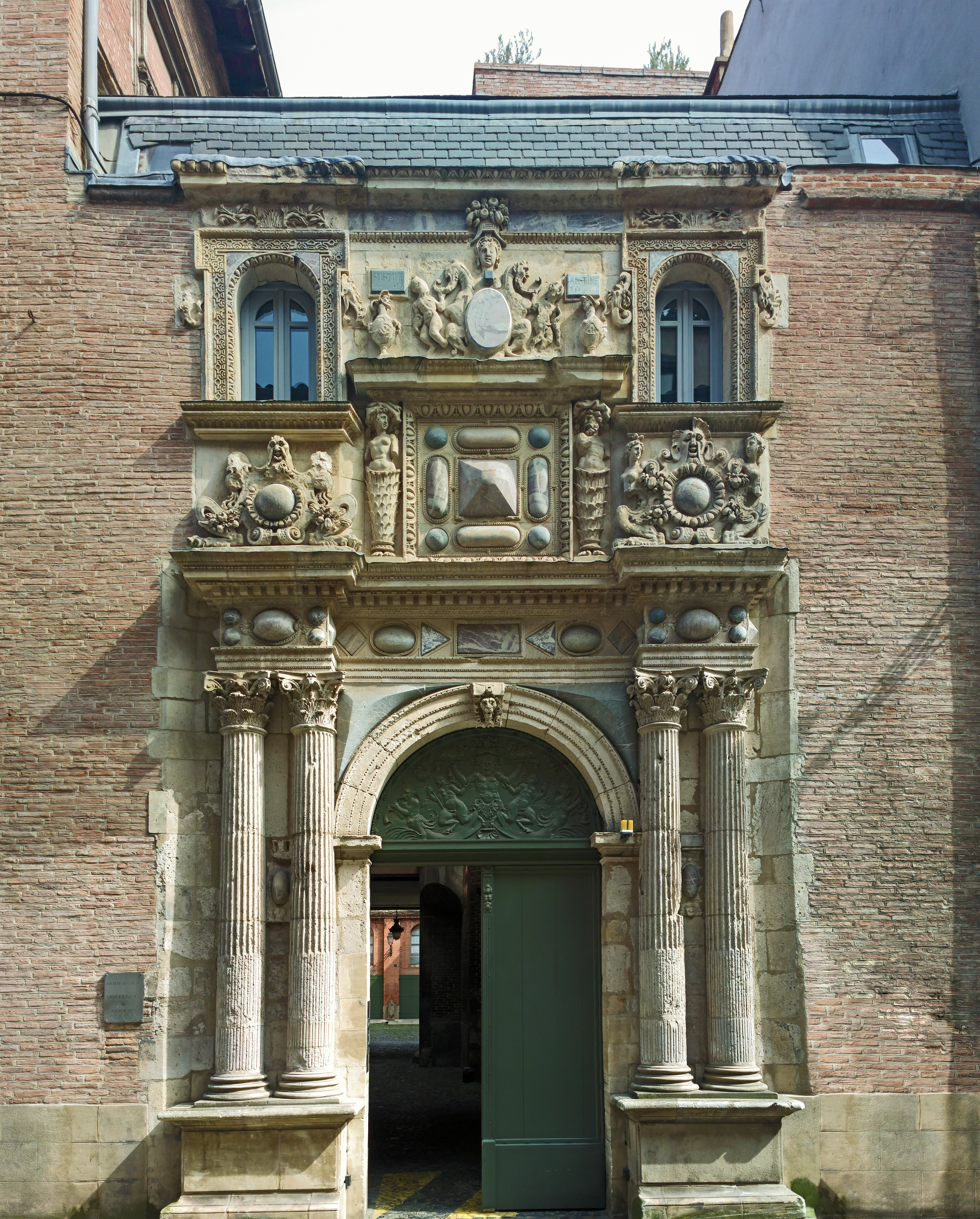
Portail de l'hôtel de Molinier.
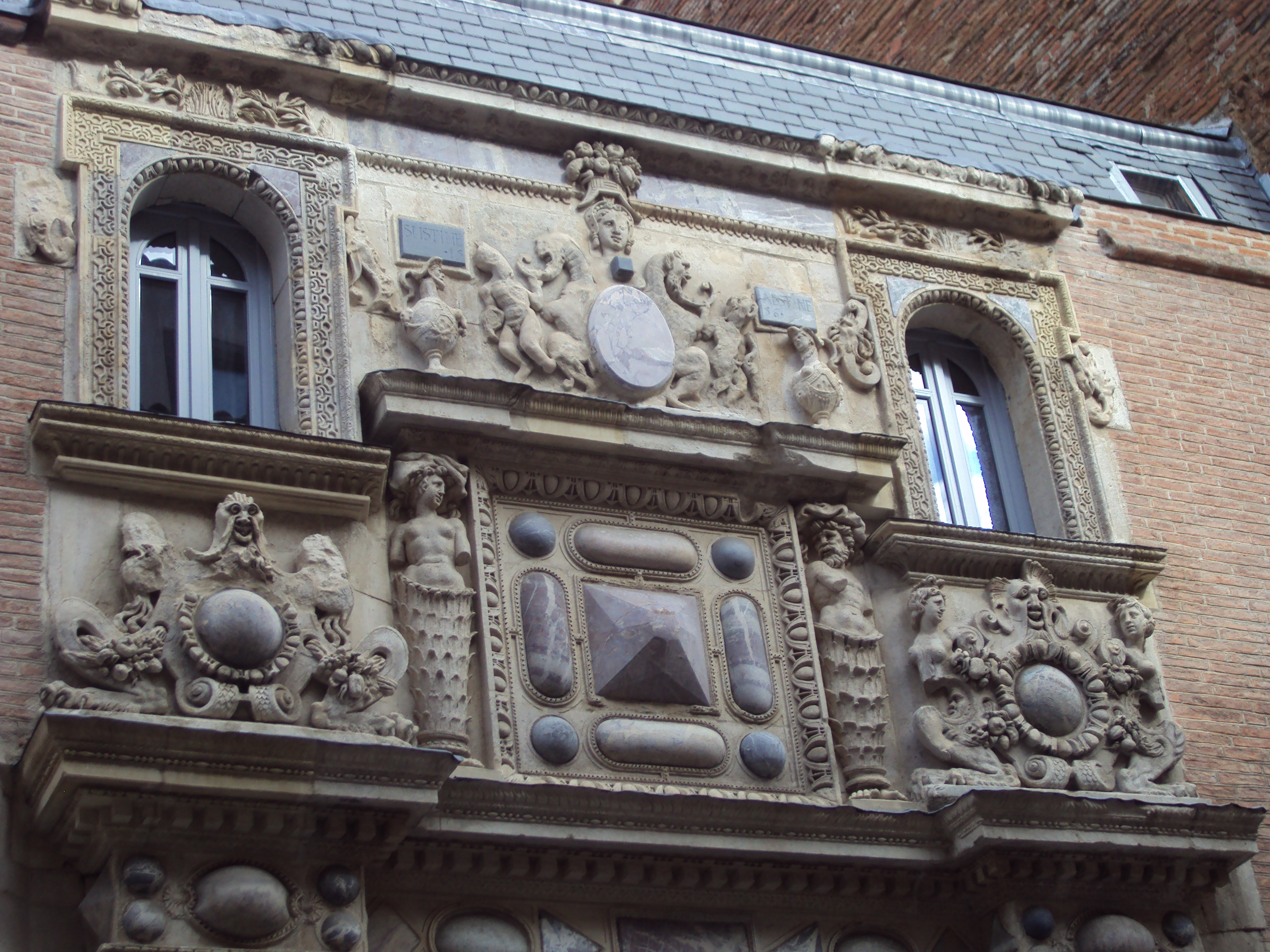
Molinier, décor du portail.
Molinier, 1ère cour.
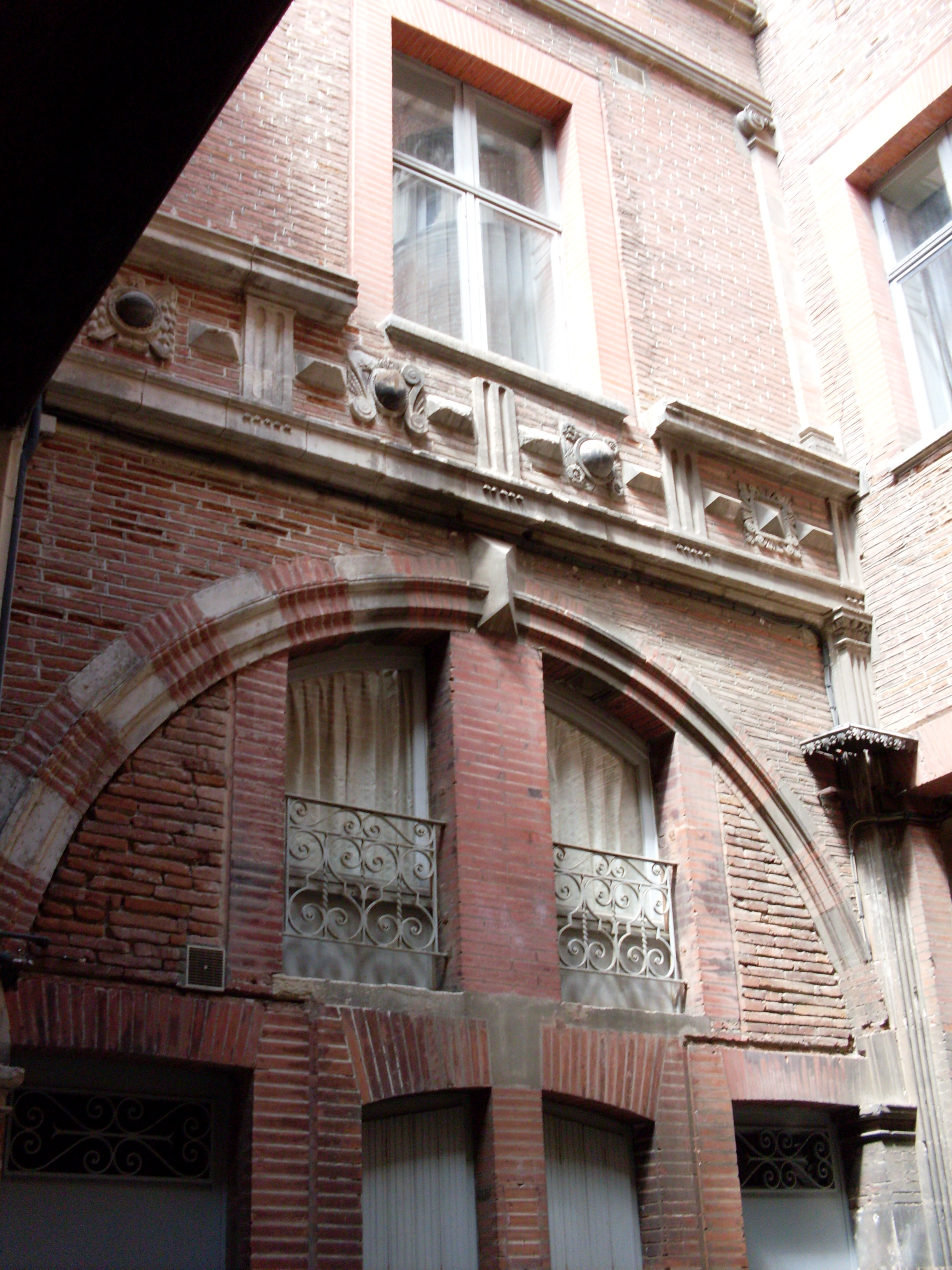
Molinier, 1ère cour.
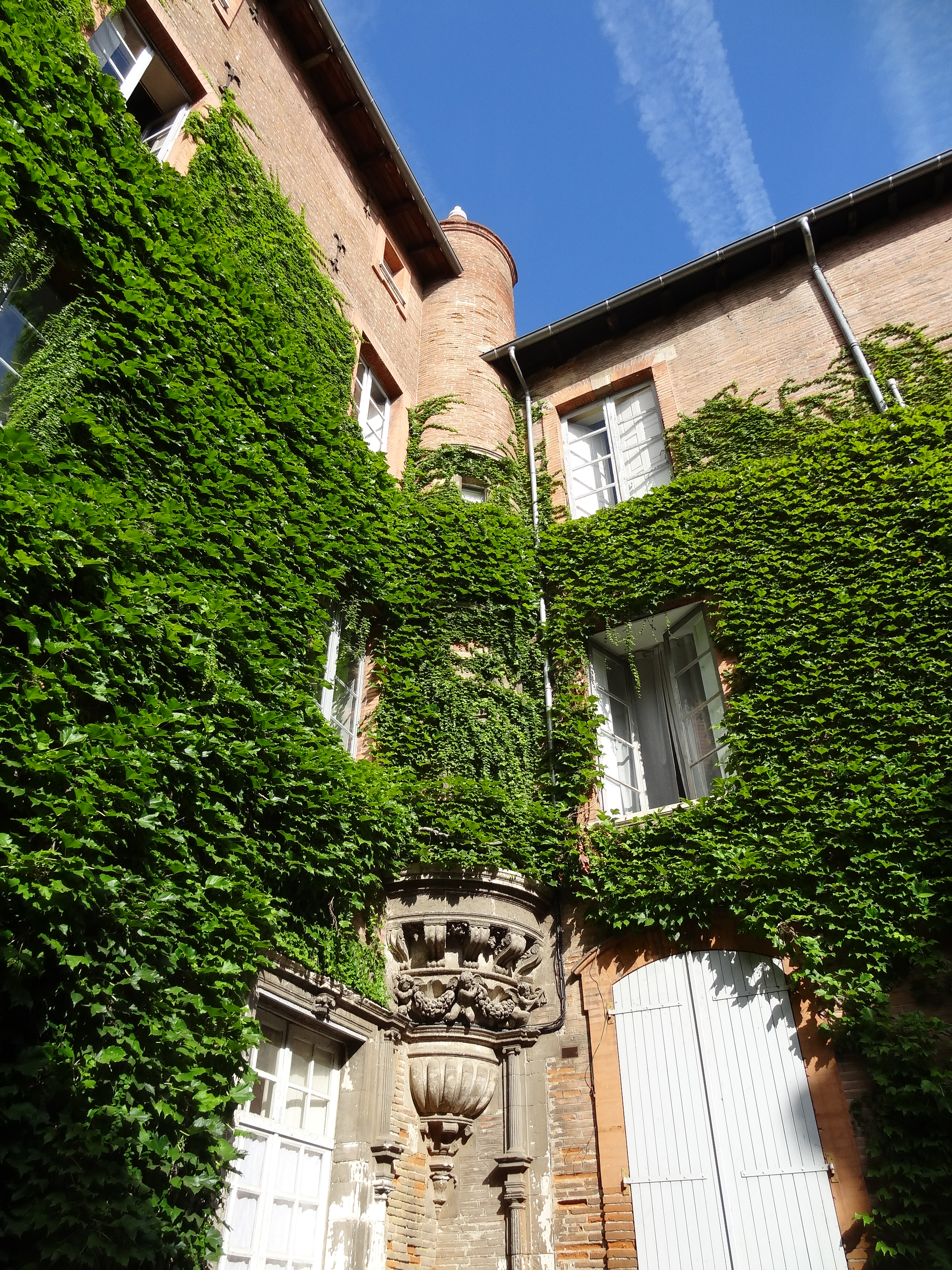
Molinier, 2ème cour.
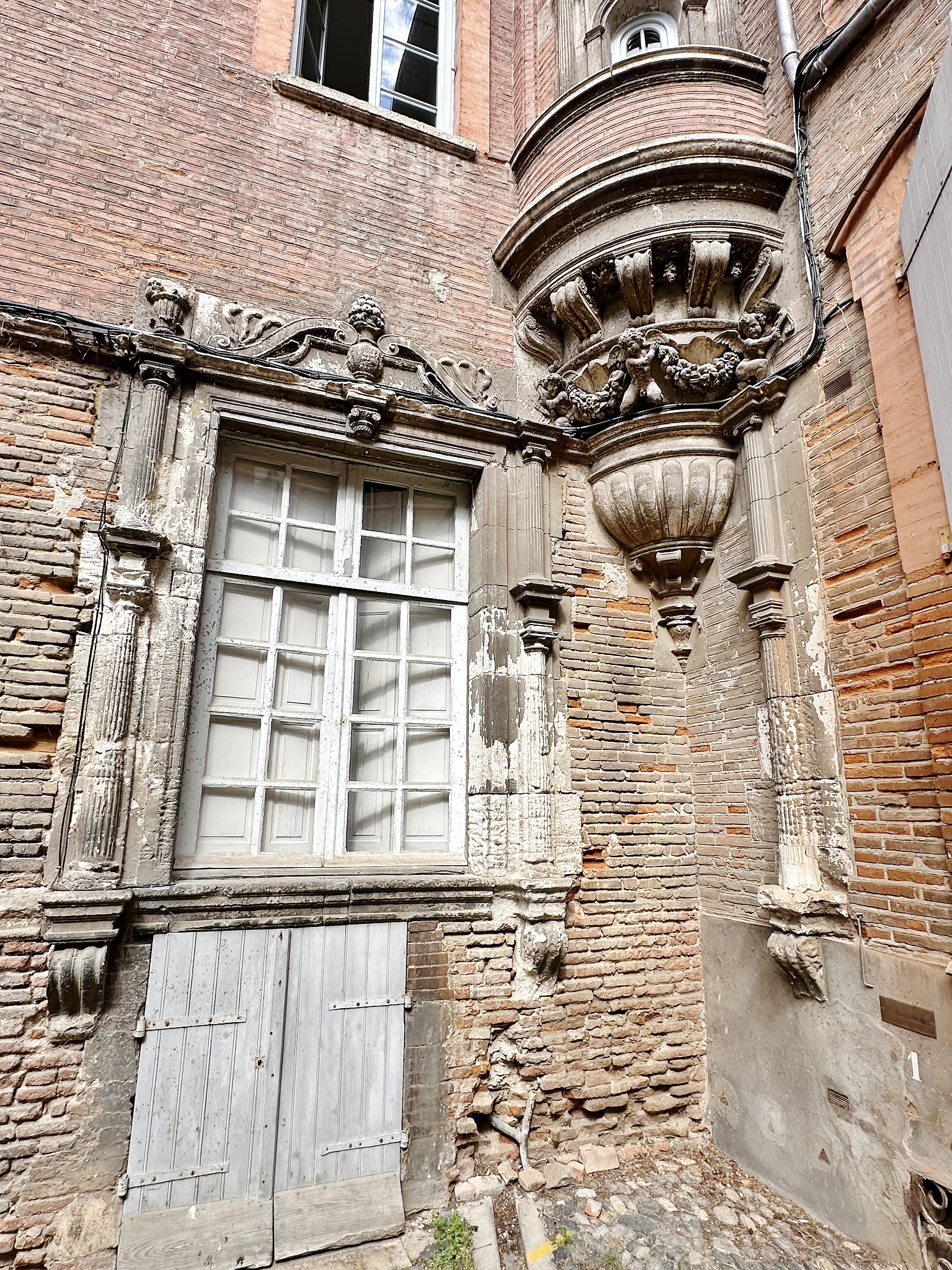
Molinier, 2ème cour.
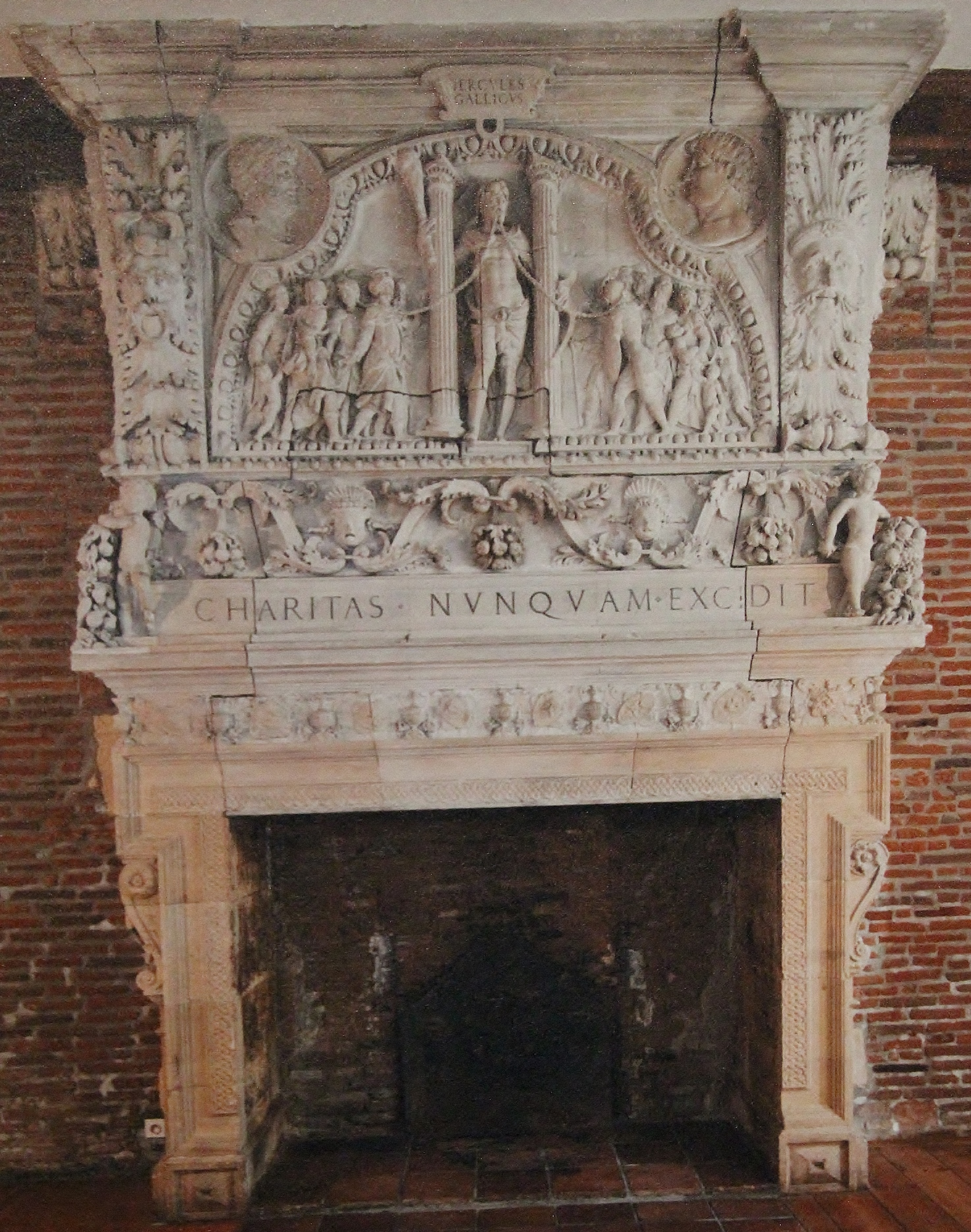
Molinier, cheminée.

### L'hôtel de Pins
Adresse : 46 rue du Languedoc. Maintenant hôtel Antonin.
Après un brillant parcours en Italie comme ambassadeur de 1515 à 1522, le prélat et humaniste Jean de Pins fit bâtir cet hôtel de 1528 à 1537 sur une parcelle de plus de 3 000 m2 située à proximité du Parlement. Composé de deux corps de logis et de galeries superposées, son hôtel fut inspiré par ce qu'il avait vu en Italie, rompant notamment avec la tradition toulousaine de la grande tour d'escalier pour lui préférer des galeries à arcades et un jardin. Précurseur de l'introduction des ordres classiques en France, Jean de Pins fit sculpter des pilastres ioniques tirés de la gravure d'un traité de Cesariano (publié en 1521) consacré à l'architecture antique dont il avait eu probablement connaissance lors de son séjour à Milan. Le décor est enrichi de portraits en médaillon célébrant la figure humaine et évoquant les monnaies et médailles d'empereurs que collectionnaient les humanistes de la Renaissance, les décorations de boucliers antiques et les stèles funéraires.
En 1542 l'hôtel fut racheté par Jean de Nolet, qui fit construire une boutique à arcades sur rue. Il employa l'architecte et sculpteur Nicolas Bachelier qui sculpta notamment des portraits en médaillon.
Le percement de la rue du Languedoc au début du XXe siècle détruisit en grande partie l'hôtel, toutefois plusieurs vestiges de ce bâtiment, considéré au XVIe siècle comme un « magnifique palais », furent conservés et intégrés à l'hôtel Antonin élevé sur le même emplacement en 1903, ainsi qu'à l'hôtel Thomas de Montval bâti en 1904 rue Croix-Baragnon. À l'hôtel Antonin, l'architecte Joseph Thillet superposa artificiellement deux galeries : celle du rez-de-chaussée provient de la partie transformée par Nolet alors que celle de l'étage est due à Jean de Pins.

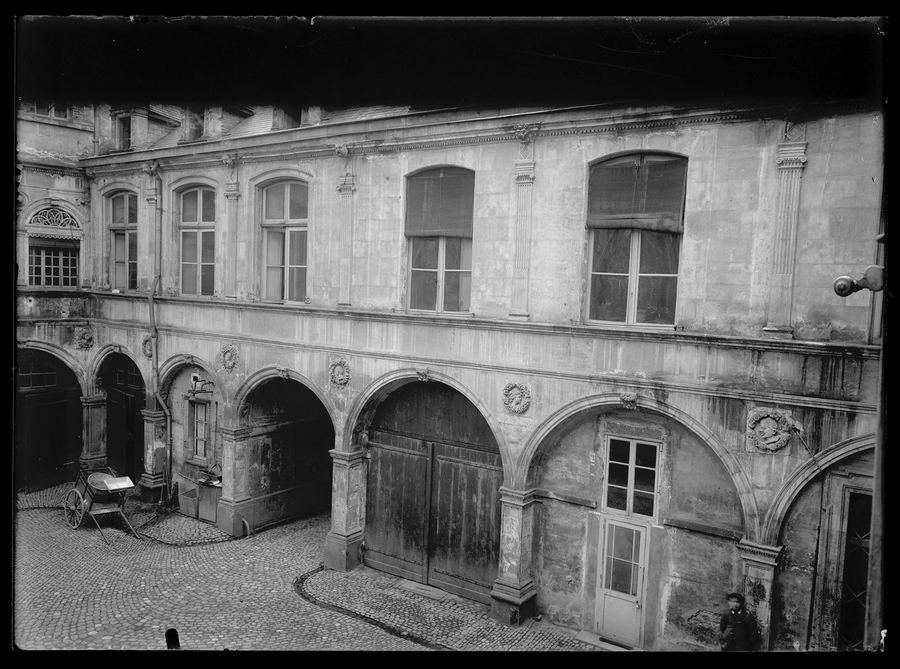
L'hôtel de Pins avant sa destruction du début du XXe siècle.
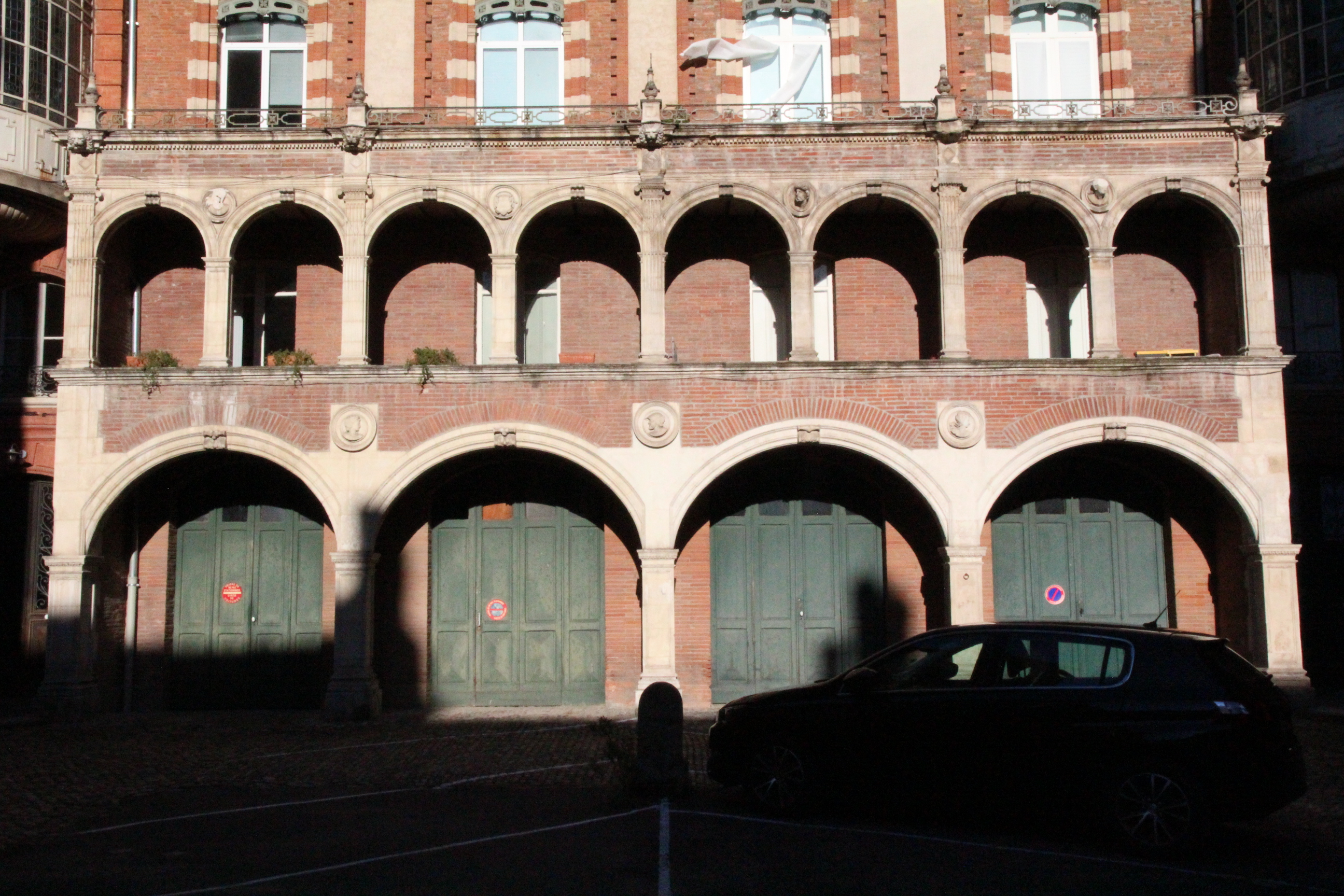
L'hôtel de Pins et ses arcades Renaissance.
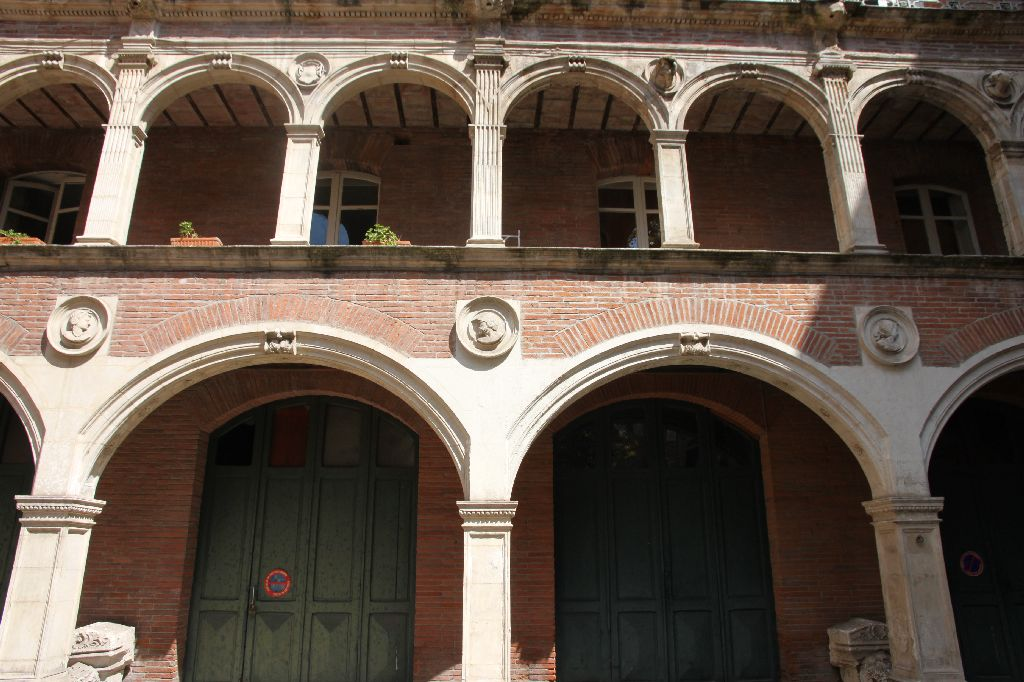
Hôtel de Pins.
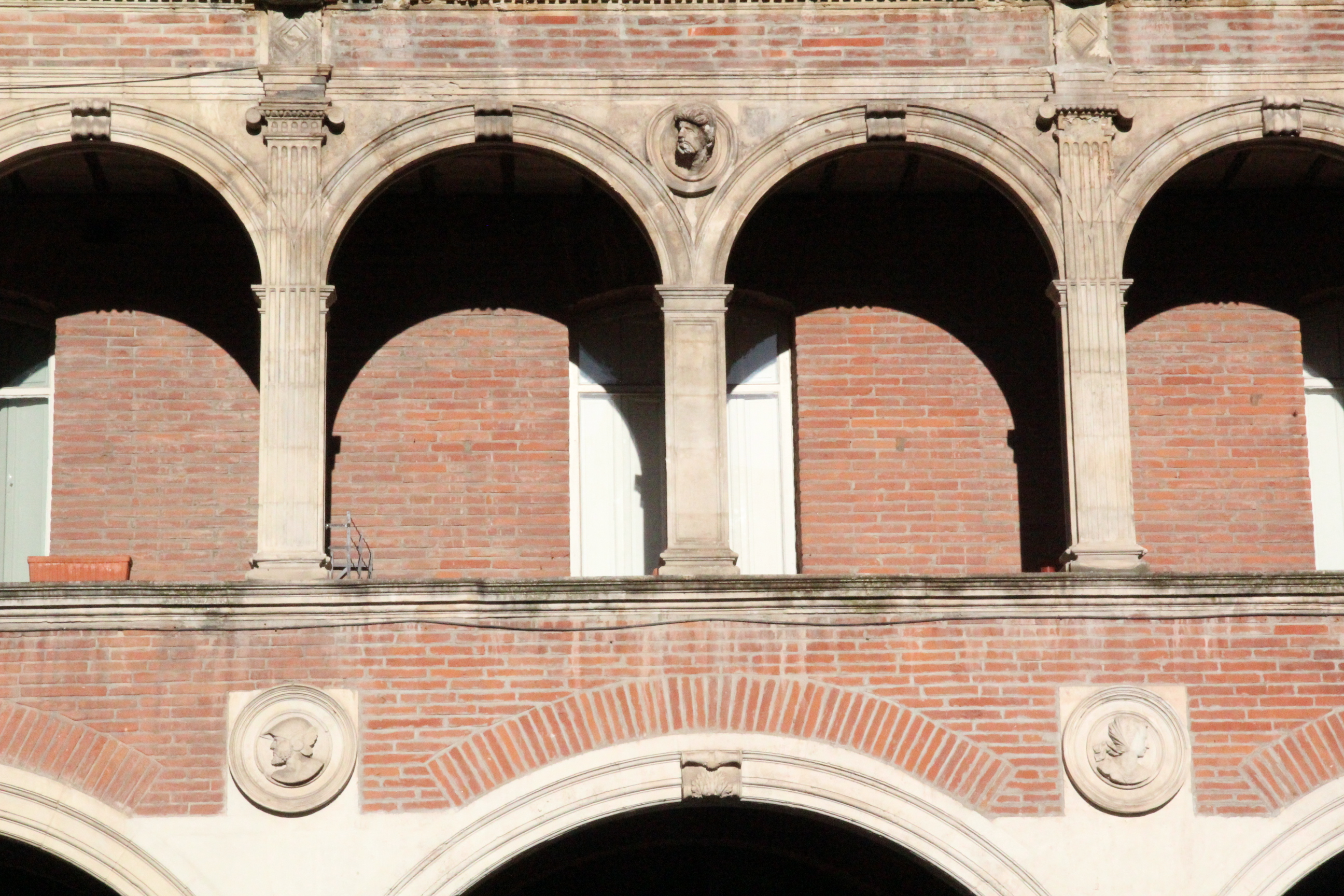
Hôtel de Pins : arcades, médaillons et chapiteaux.

### L'hôtel Potier-Laterrasse
Adresse : 10 rue Théodore-Ozenne.
Intégrées à un bâtiment plus récent, nous sont parvenues de la Renaissance des arcades superposées (fin XVIe siècle ou début XVIIe siècle). Sur les pilastres cannelés de la façade, élévation des ordres dorique et ionique.

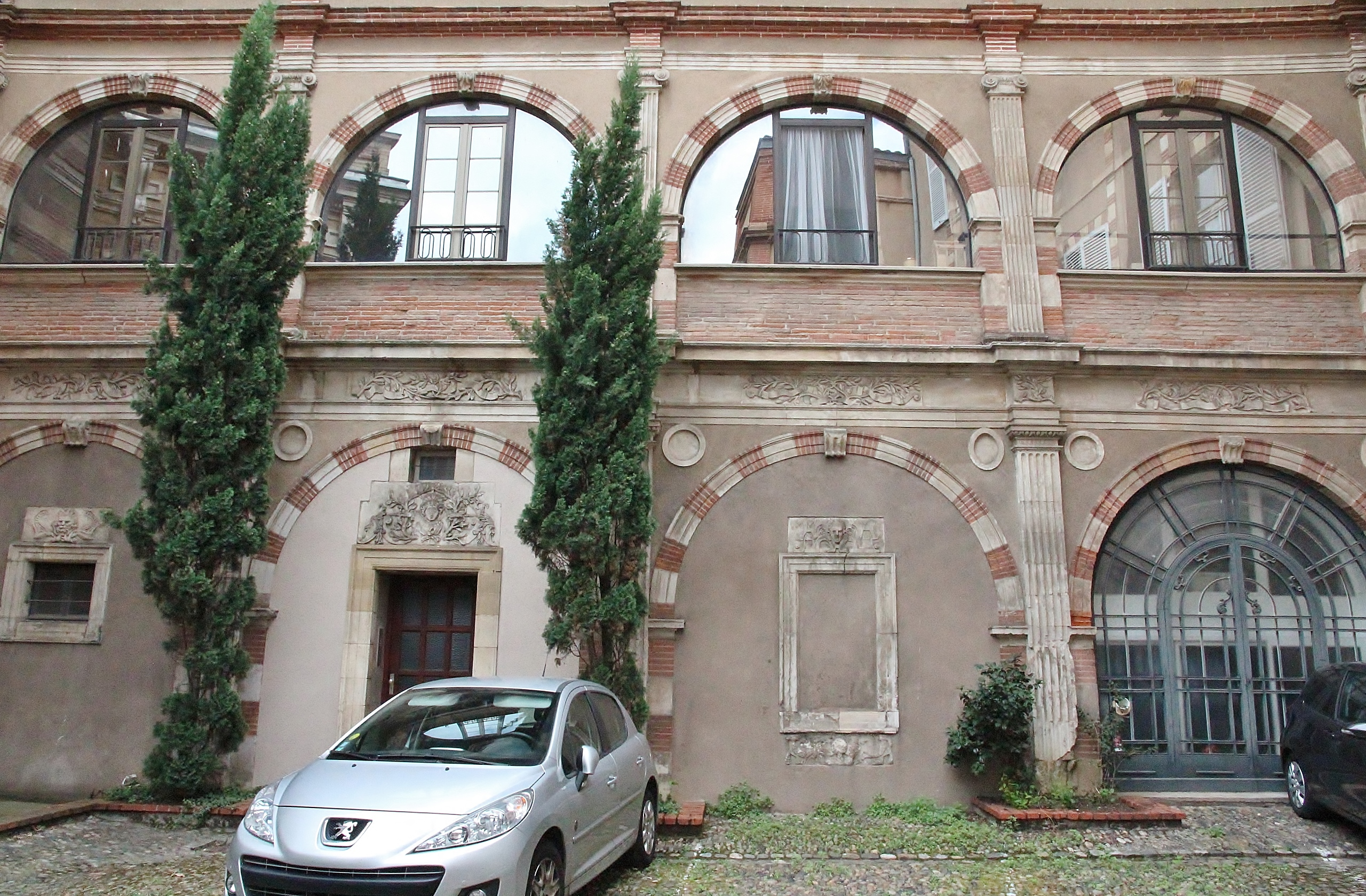
Hôtel Potier-Laterrasse.

### L'hôtel Thomas de Montval
Adresse : 22 rue Croix-Baragnon.
Bâti entre 1901 et 1904 par l'architecte Jules Calbairac pour le propriétaire Paul-Marius Thomas, l'hôtel Thomas de Montval utilise en remploi des arcades Renaissance de l'hôtel de Pins ainsi que six médaillons de Nicolas Bachelier.

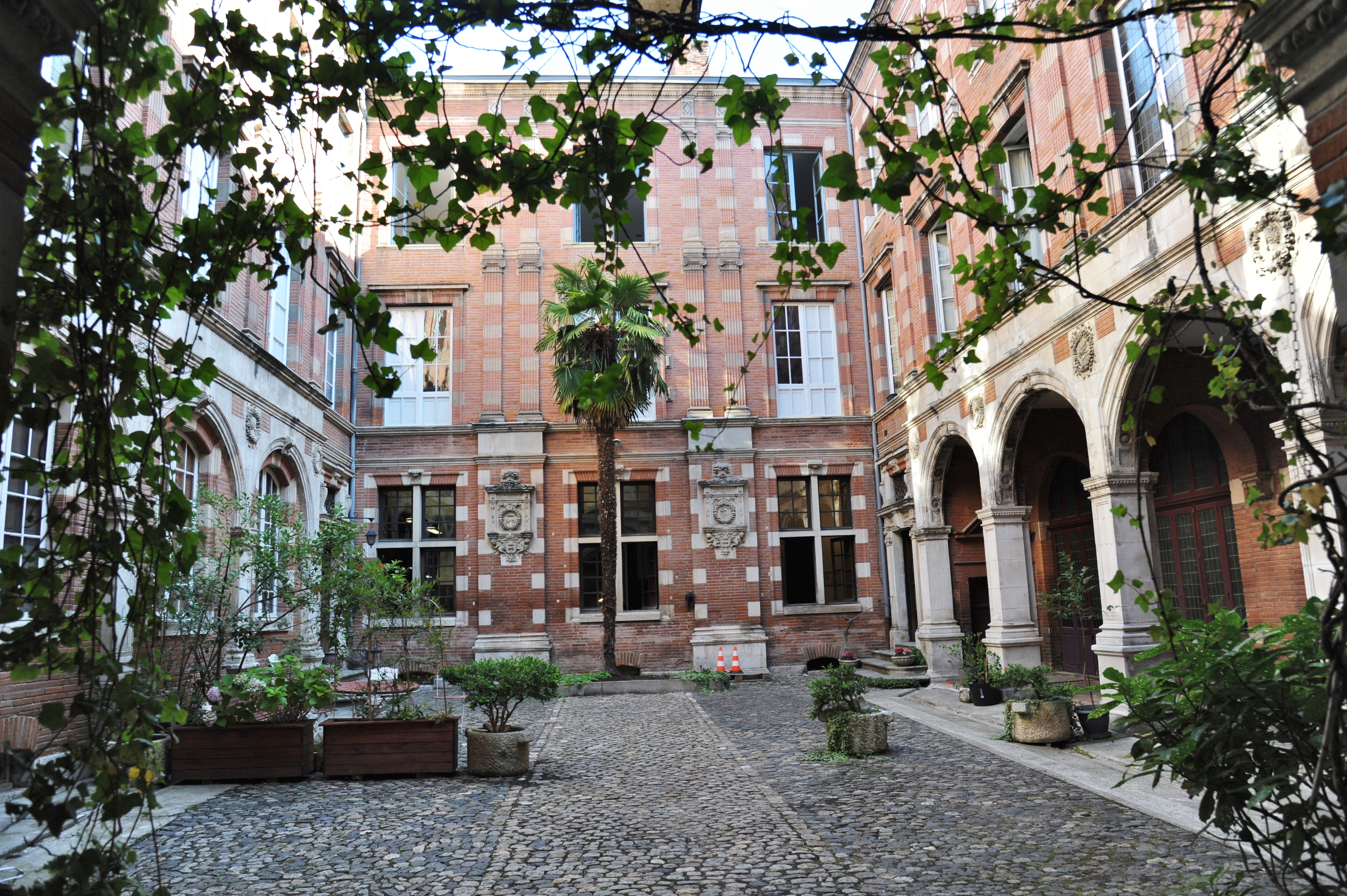
Cour de l'hôtel Thomas de Montval.
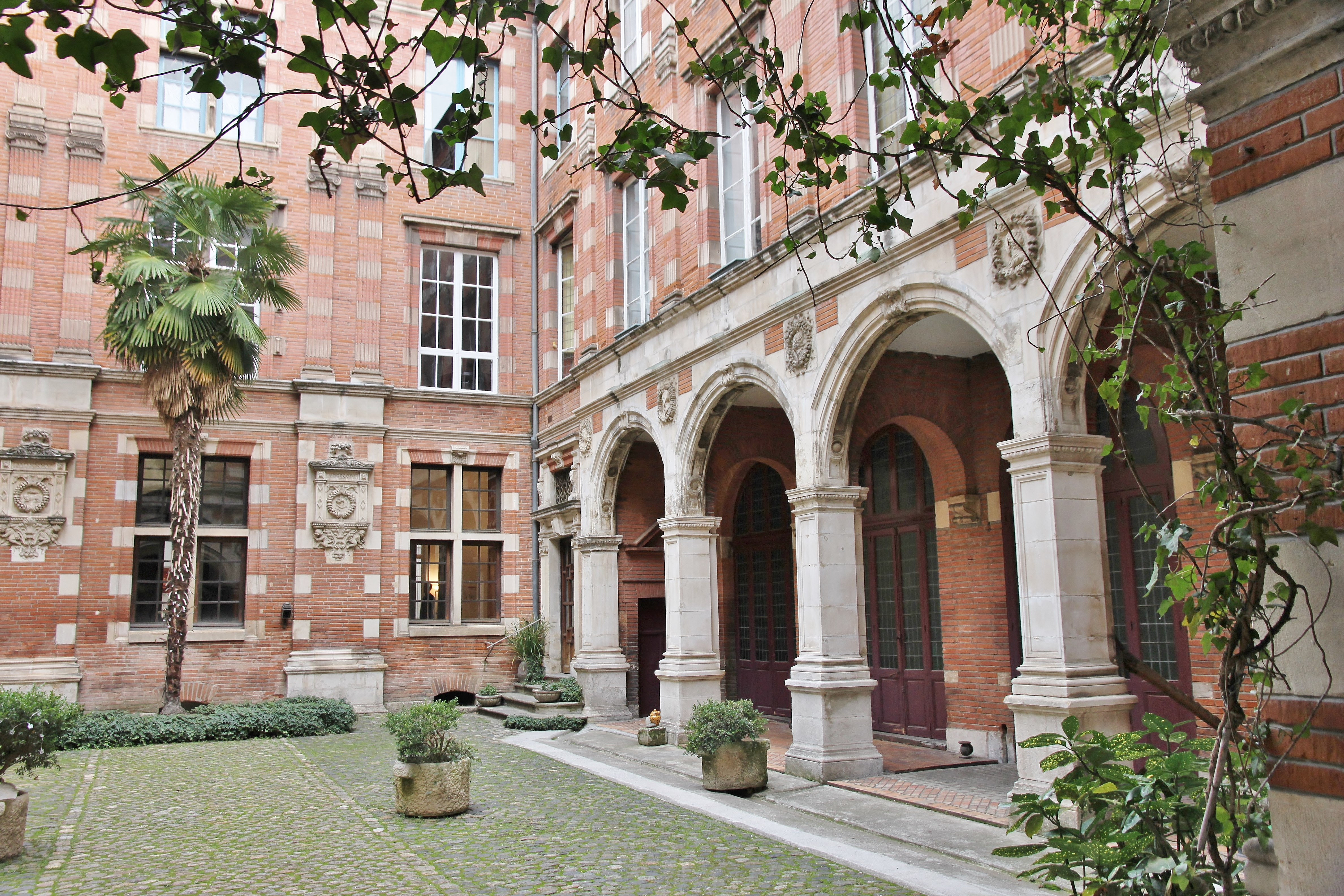
Hôtel Thomas de Montval.
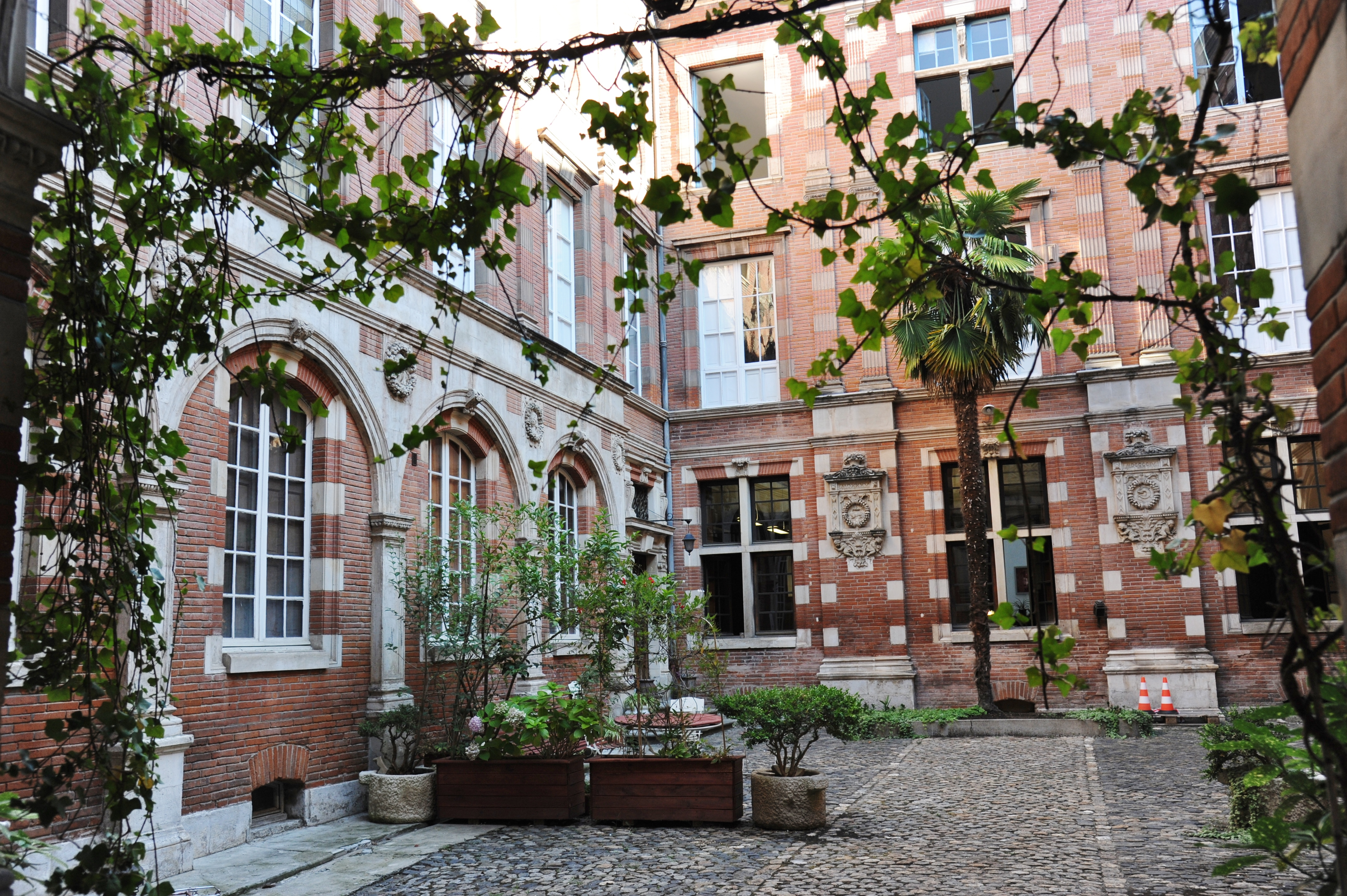
Hôtel Thomas de Montval.
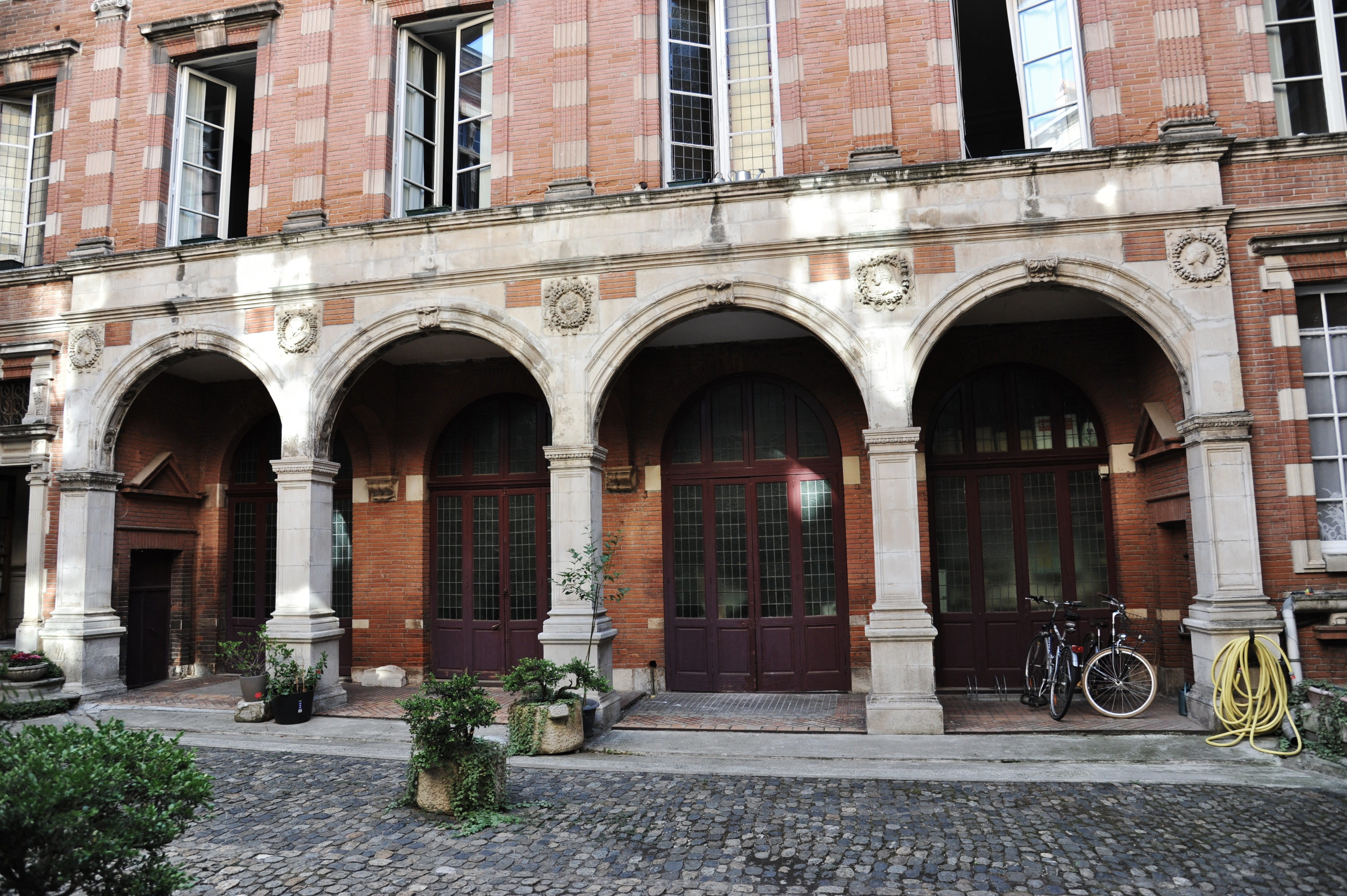
Thomas de Montval : arcades et médaillons Renaissance.
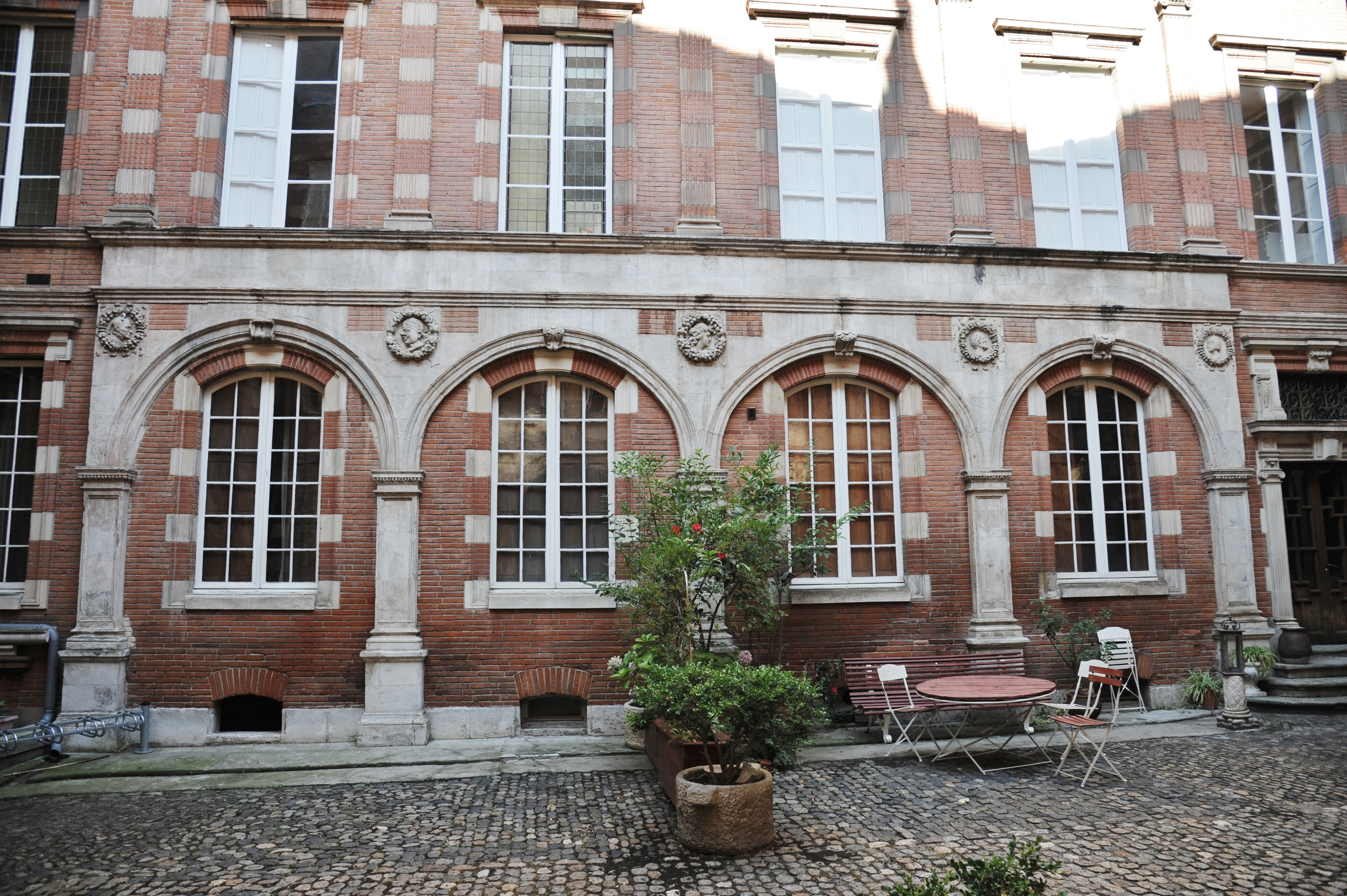
Thomas de Montval : arcades et médaillons Renaissance.

### L'hôtel d'Ulmo
Adresse : 15 rue Ninau.
Président à mortier au Parlement, Jean d'Ulmo fit bâtir cet hôtel entre 1526 et 1536, il fut le premier à Toulouse à adopter un escalier droit et non plus en vis. L'escalier en œuvre ouvre à chaque niveau sur les deux parties de l'appartement. Au dernier étage se trouve une voûte flamboyante dont la rencontre avec des pilastres classiques illustre le caractère des solutions françaises : les artistes ont assimilé toutes les finesses du vocabulaire Renaissance, mais ils souhaitent également conserver la grande tradition des voûtes savantes « qui ennoblissent et peuvent apporter un signe d'éternité ».
Réalisé en marbre blanc et en pierre, le pavillon du perron de la cour est probablement du XVIIe siècle. Mais il est toutefois possible qu'un baldaquin du XVIe siècle qui se trouvait alors dans la cour du Parlement de Toulouse lui ait servi de modèle.

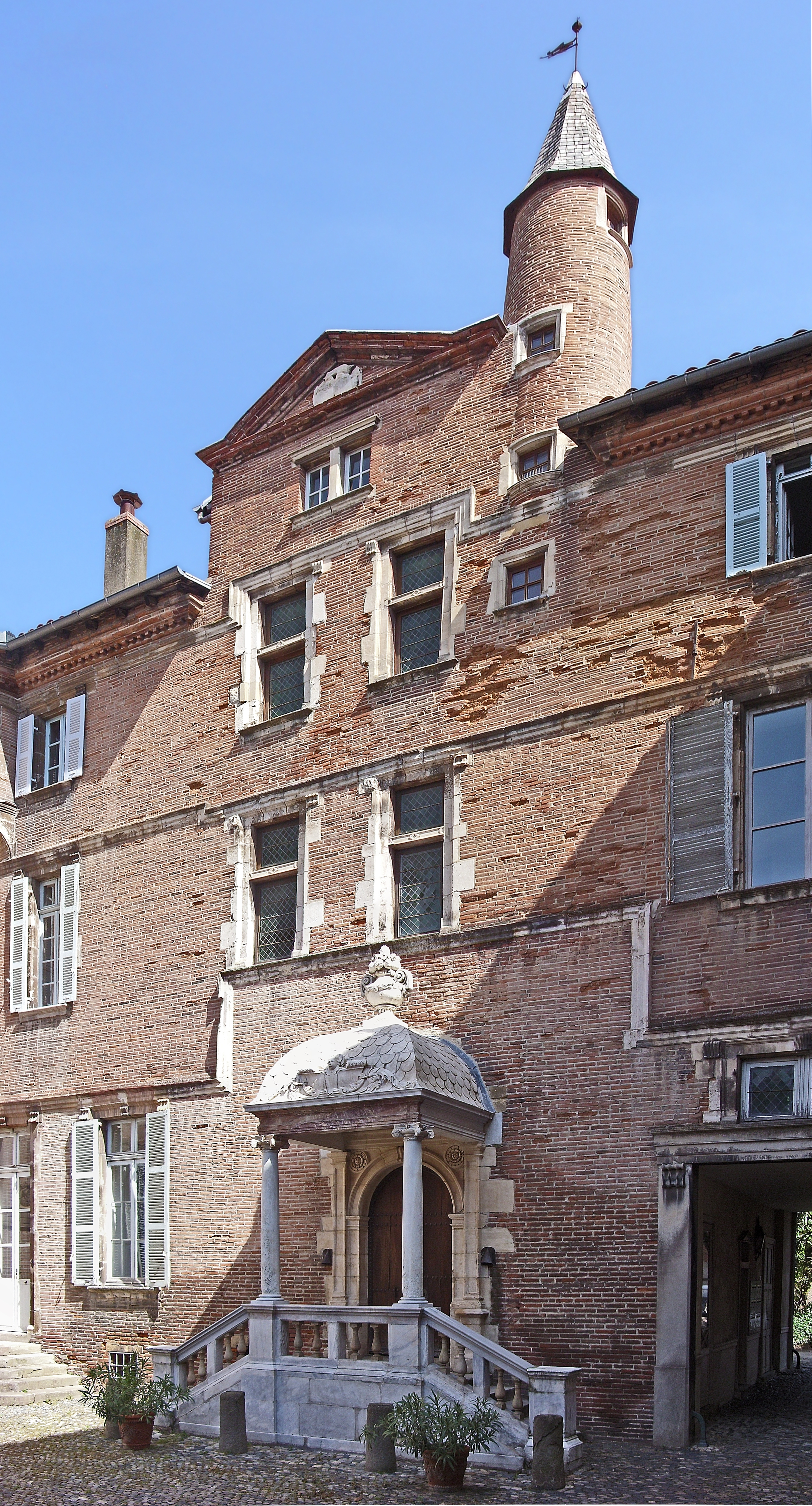
L'hôtel d'Ulmo (cour).
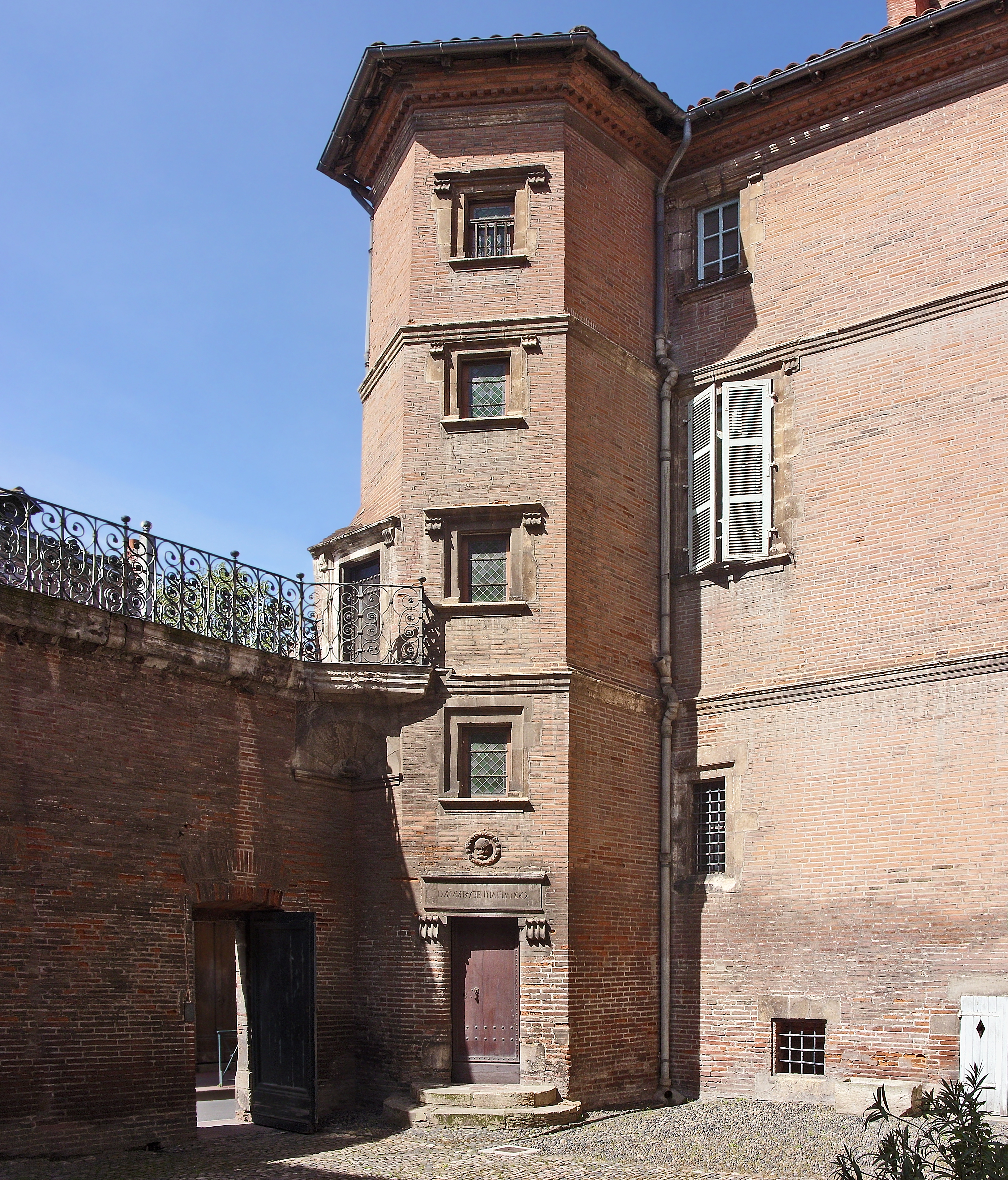
Ulmo : tour d'escalier latérale.
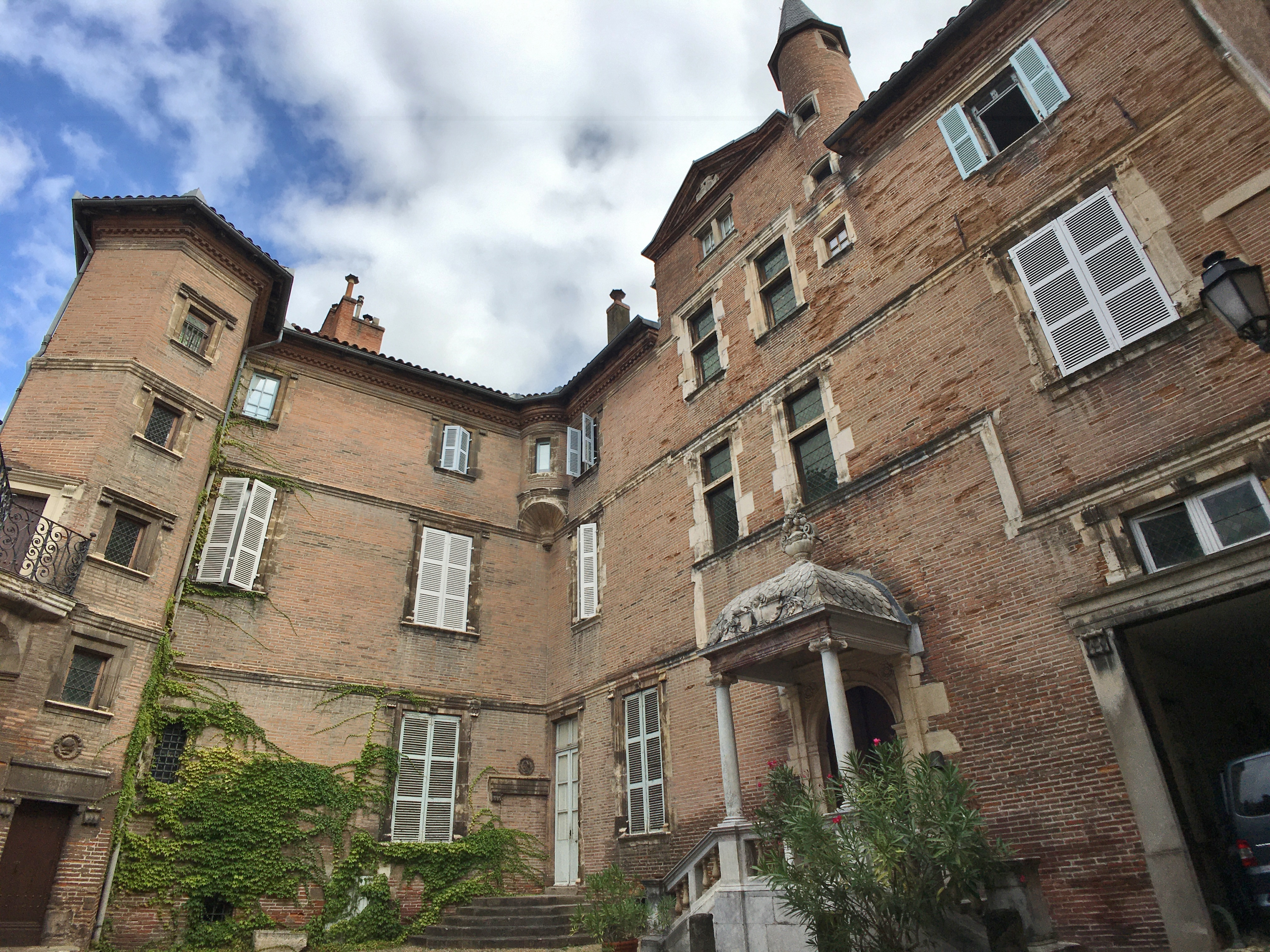
Ulmo : façades de la cour.
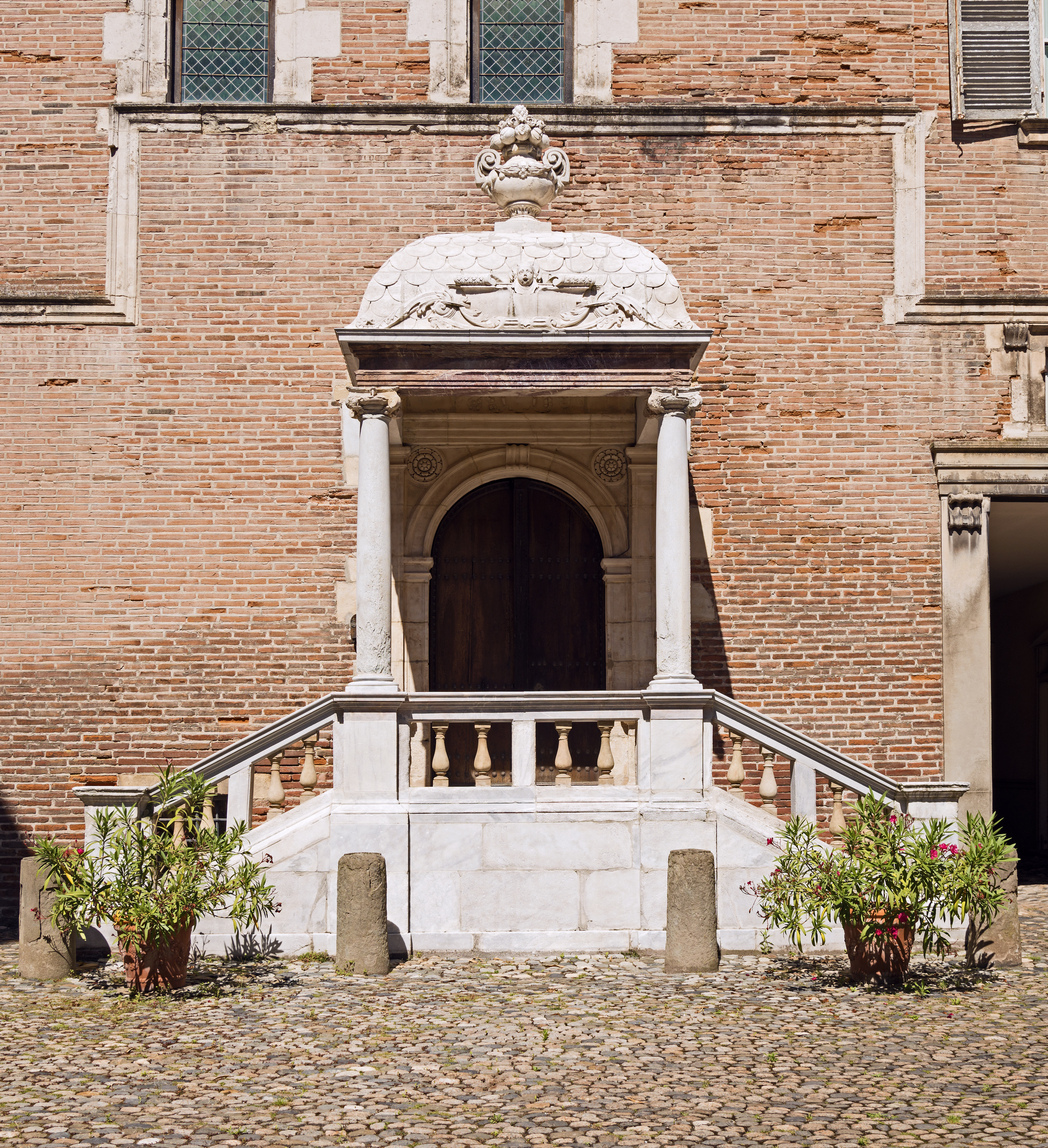
Ulmo : baldaquin de marbre blanc.
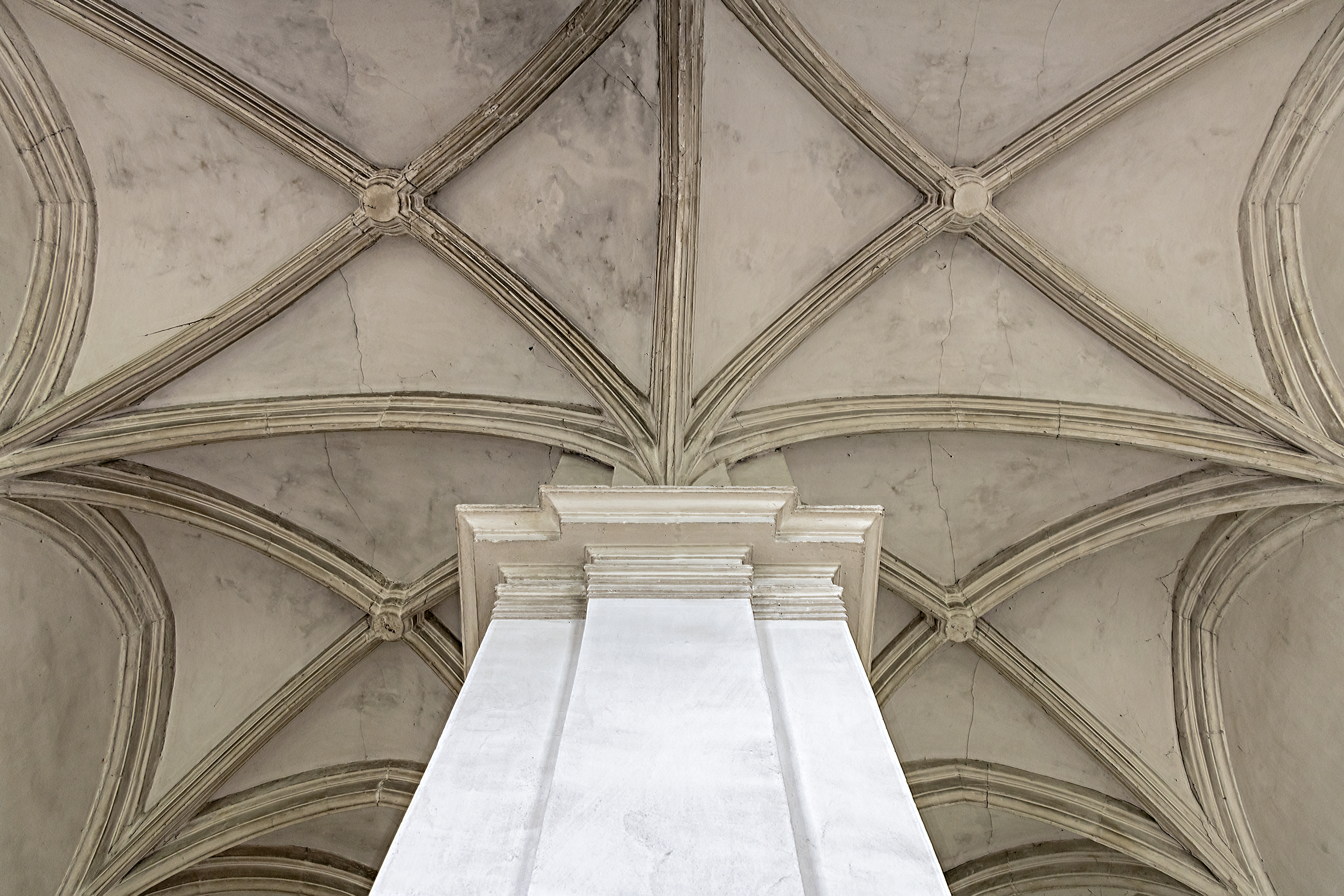
Ulmo : plafond en croisée d'ogives de l'escalier principal.
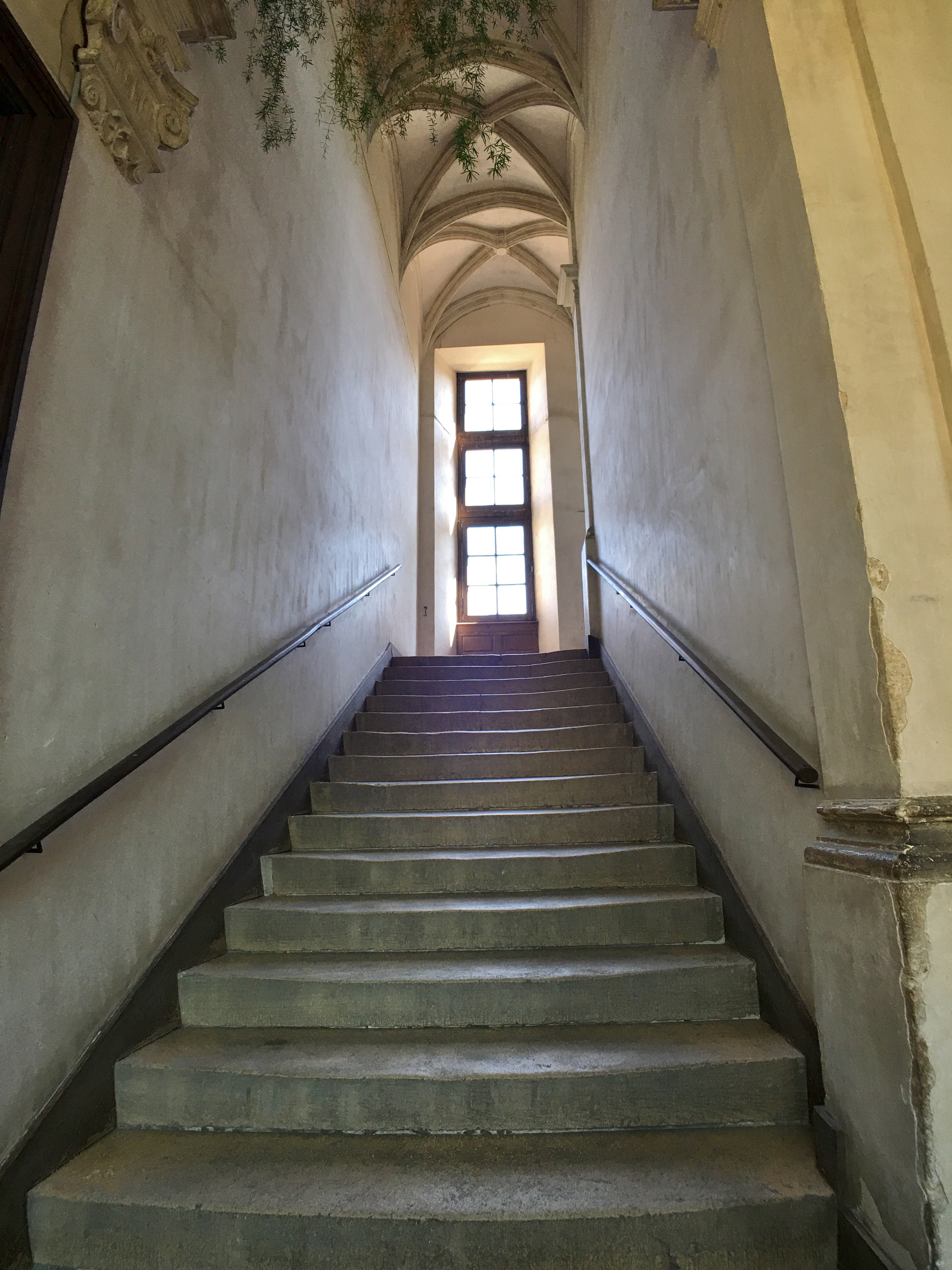
L'escalier de l'hôtel d'Ulmo est le premier escalier droit de Toulouse.
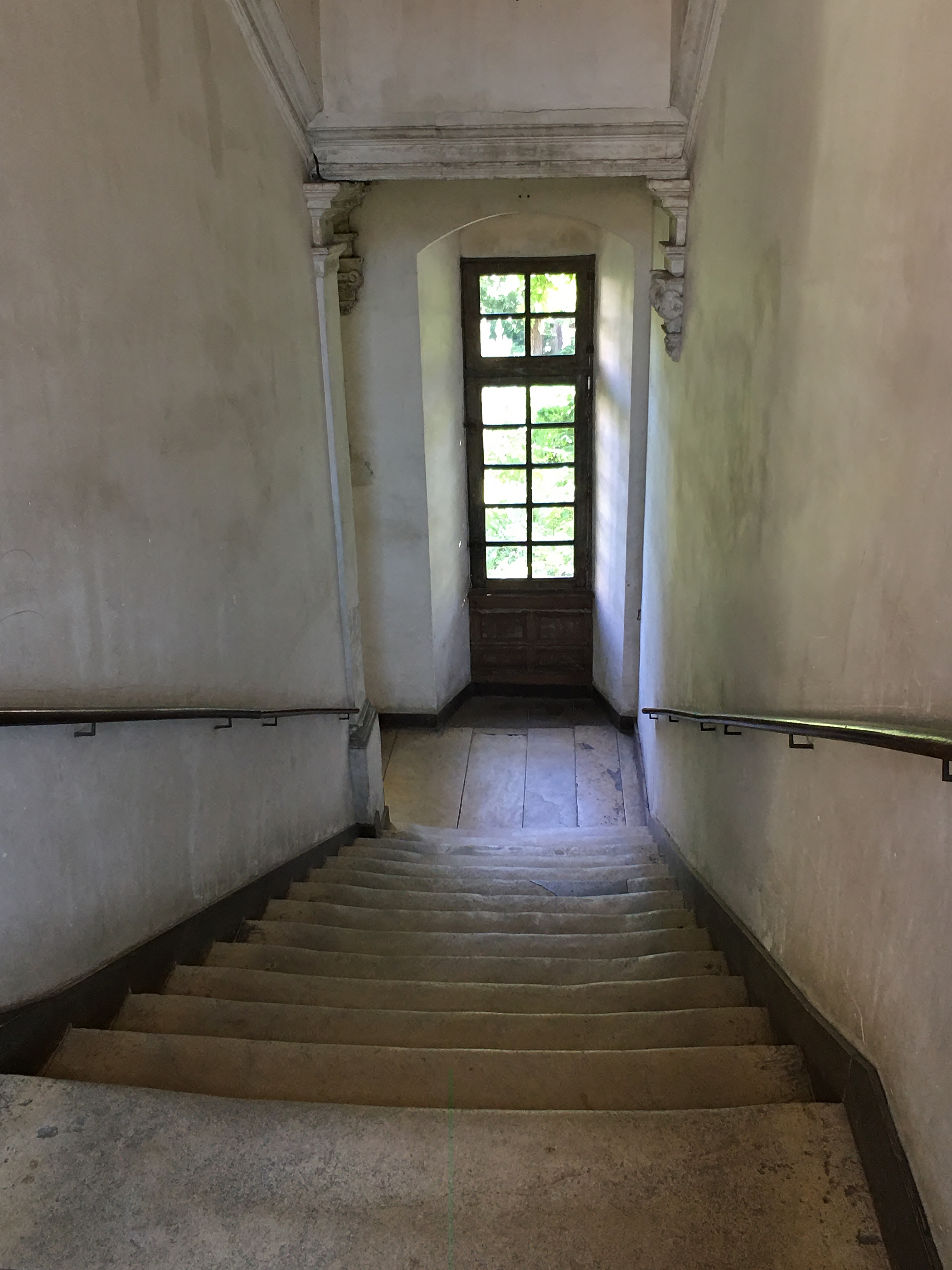
Ulmo : escalier.
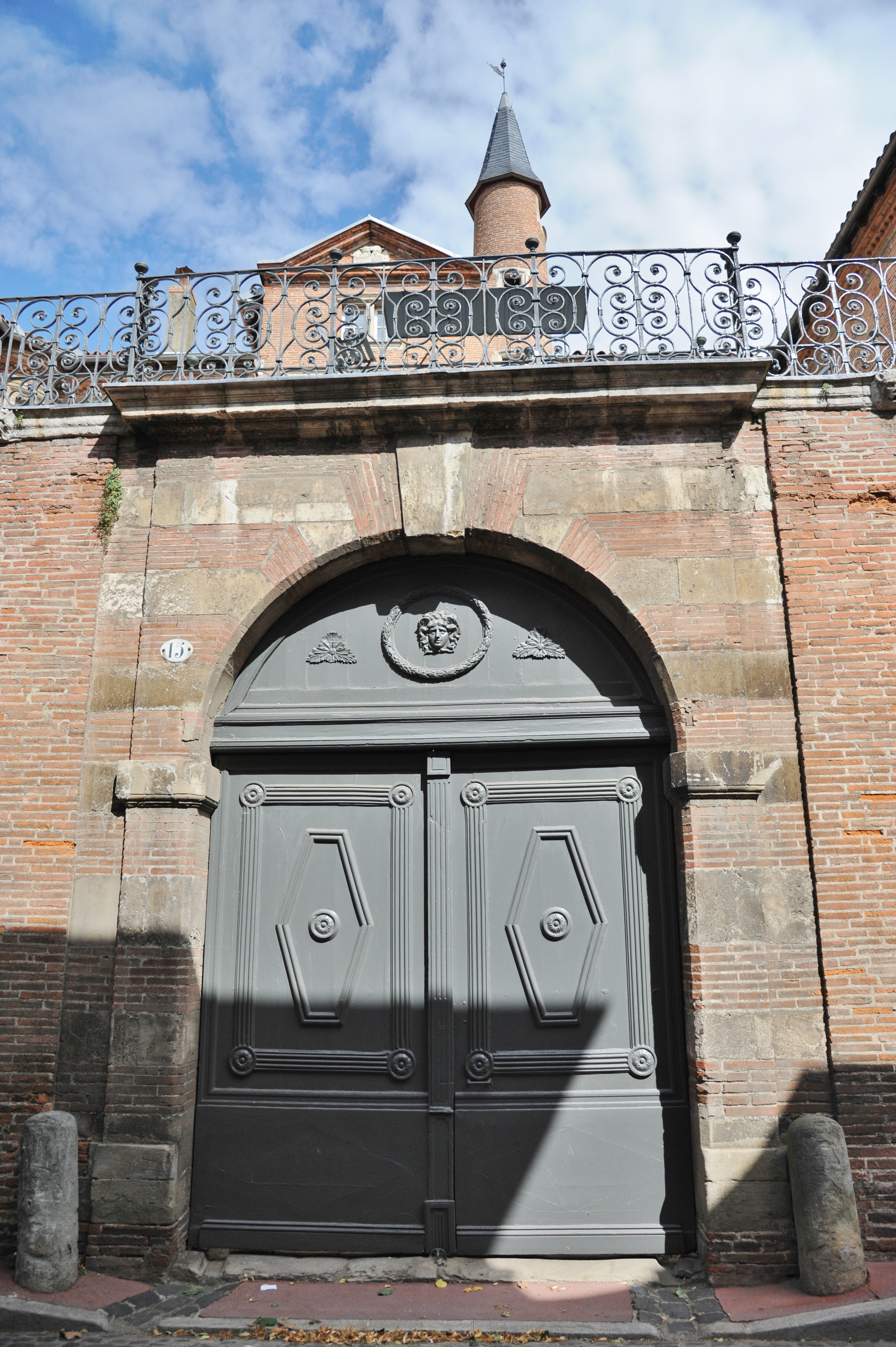
Ulmo : portail.

### L'hôtel du Vieux-Raisin
Adresse : 36 rue du Languedoc.
Cet hôtel aux magnifiques fenêtres Renaissance fit l'objet de plusieurs campagnes de construction au long du XVIe siècle, et l'attribution de certains éléments aux diverses campagnes est toujours discutée.
En 1515 le juriste et capitoul Béringuier Maynier acquit un hôtel du XVe siècle. Sur un nouveau logis encadré de deux tours d'escalier prolongées de deux courtes ailes (première travée des ailes actuelles), il fit placer de nombreuses fenêtres richement ornées de pilastres, de candélabres et de rinceaux. Des bustes en médaillon viennent décorer la grande tour d'escalier. Dans l'hôtel une cheminée d'apparat met à l'honneur la grande culture humaniste du propriétaire, son décor constitue une apologie de la fortune, de l'abondance et de la fertilité.
En 1547, le parlementaire Jean de Burnet acquit l'hôtel de Béringuier Maynier. Entre 1547 et 1577 il fit agrandir la cour d'honneur et lui donna une forme carrée avec le prolongement des ailes (au-delà de la première travée). Elle est fermée par un portique dont les colonnes doriques et l'alternance brique-pierre s'inspirent de la loggia d'Assézat.
Enfin entre 1580 et 1591 l'évêque Pierre de Lancrau, devenu propriétaire, fit surélever la grande tour d'escalier et édifier plusieurs fenêtres à atlantes.
Dans la cour, certaines fenêtres à atlantes de l'étage pourraient dater de la deuxième campagne de travaux et être de la main de Nicolas Bachelier, celles du rez-de-chaussée seraient de la troisième campagne (fin du XVIe siècle). Les atlantes et cariatides décorant les fenêtres sont remarquables de diversité et de réalisme, à l'étage leurs musculatures crispées semblent difficilement porter l'entablement des baies, au rez-de-chaussée les personnages hybrides aux pattes de lion ou en pilastres affichent un grand réalisme anatomique et psychologique. D'autres motifs sculptés abondent dans les encadrements et font référence aux décors d'édifices royaux comme la Galerie François Ier à Fontainebleau et s'inspirent même parfois d'œuvres célèbres de Benvenuto Cellini et de Michel-Ange.

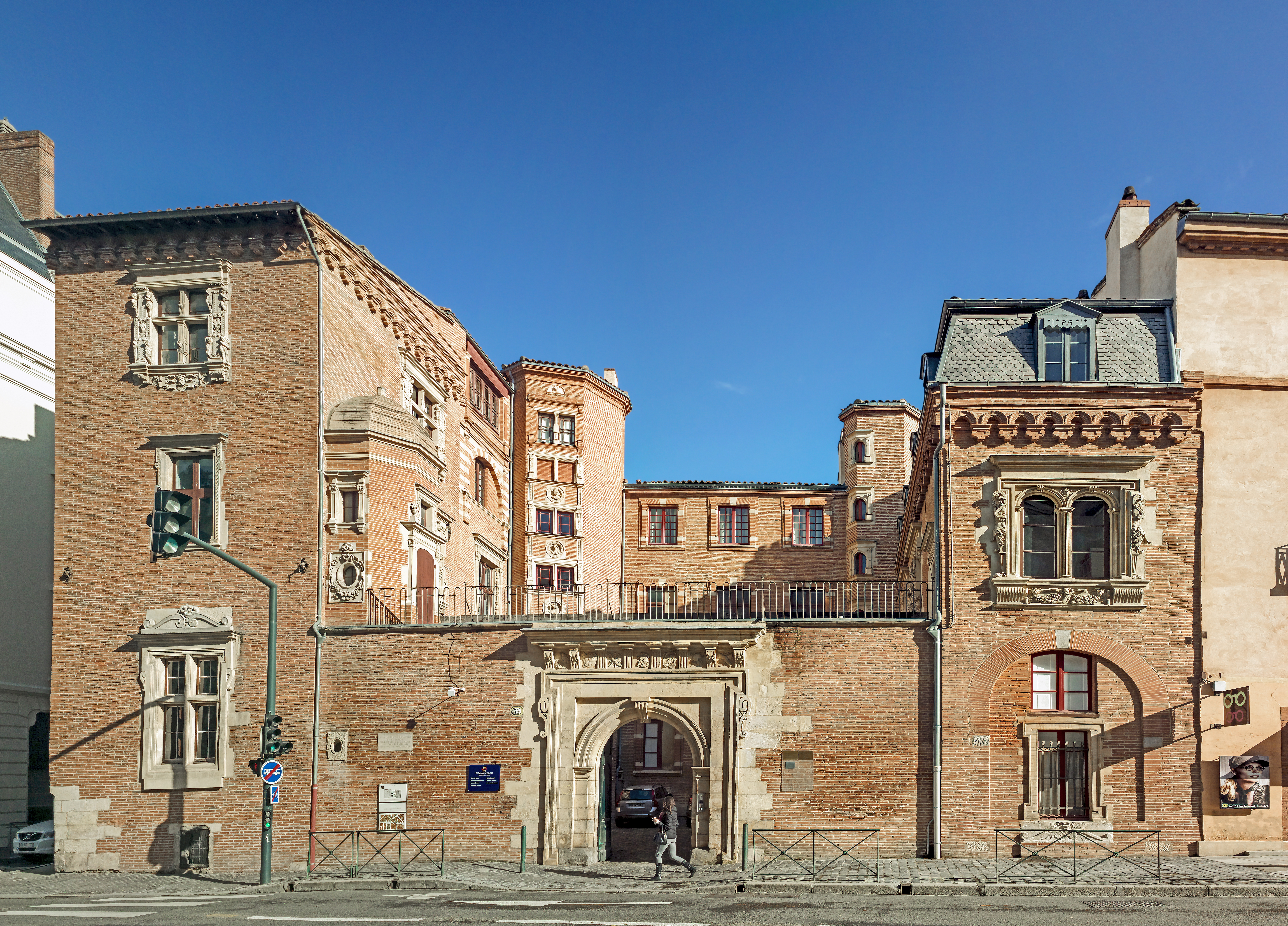
L'hôtel du Vieux-Raisin.
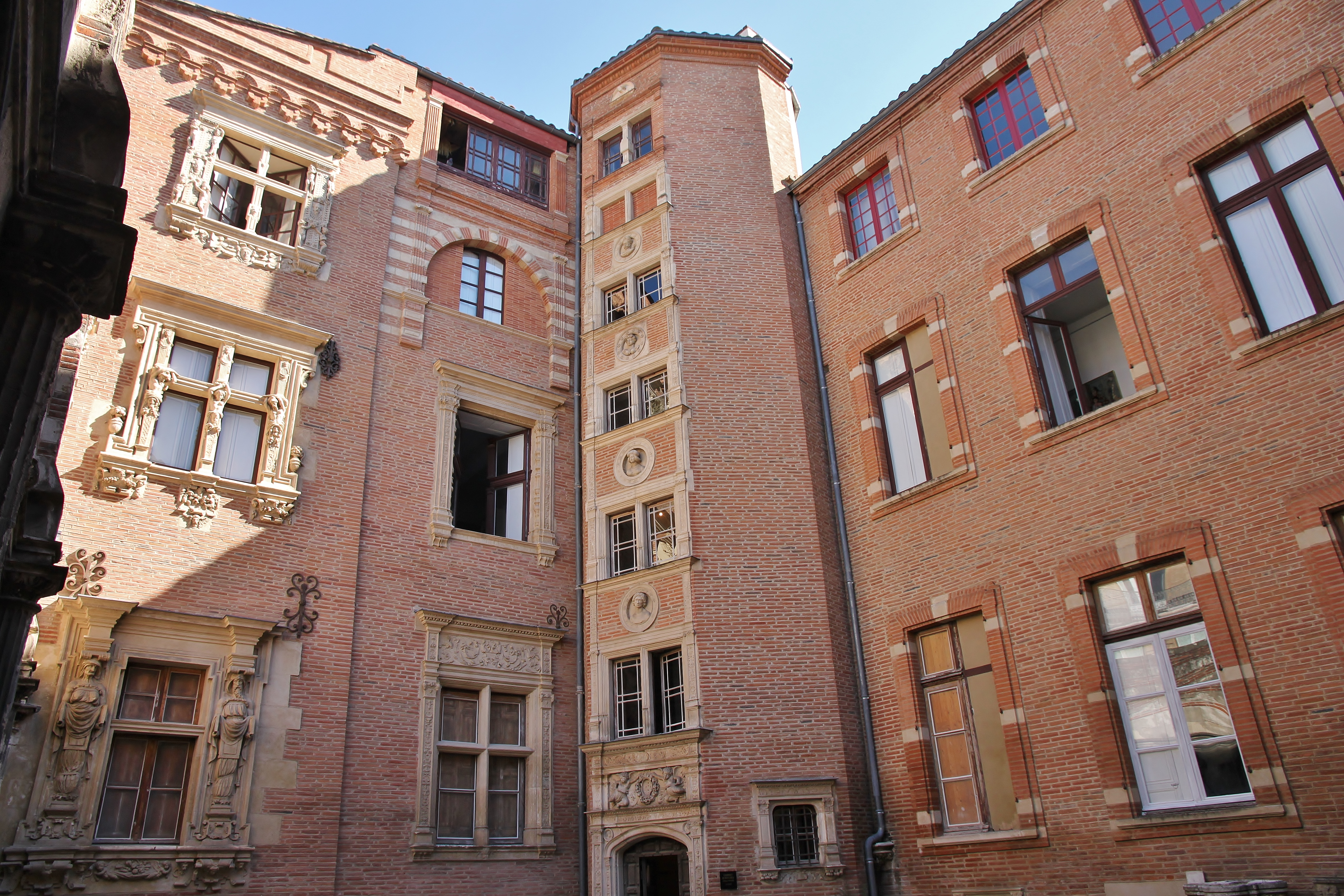
Vieux-Raisin.
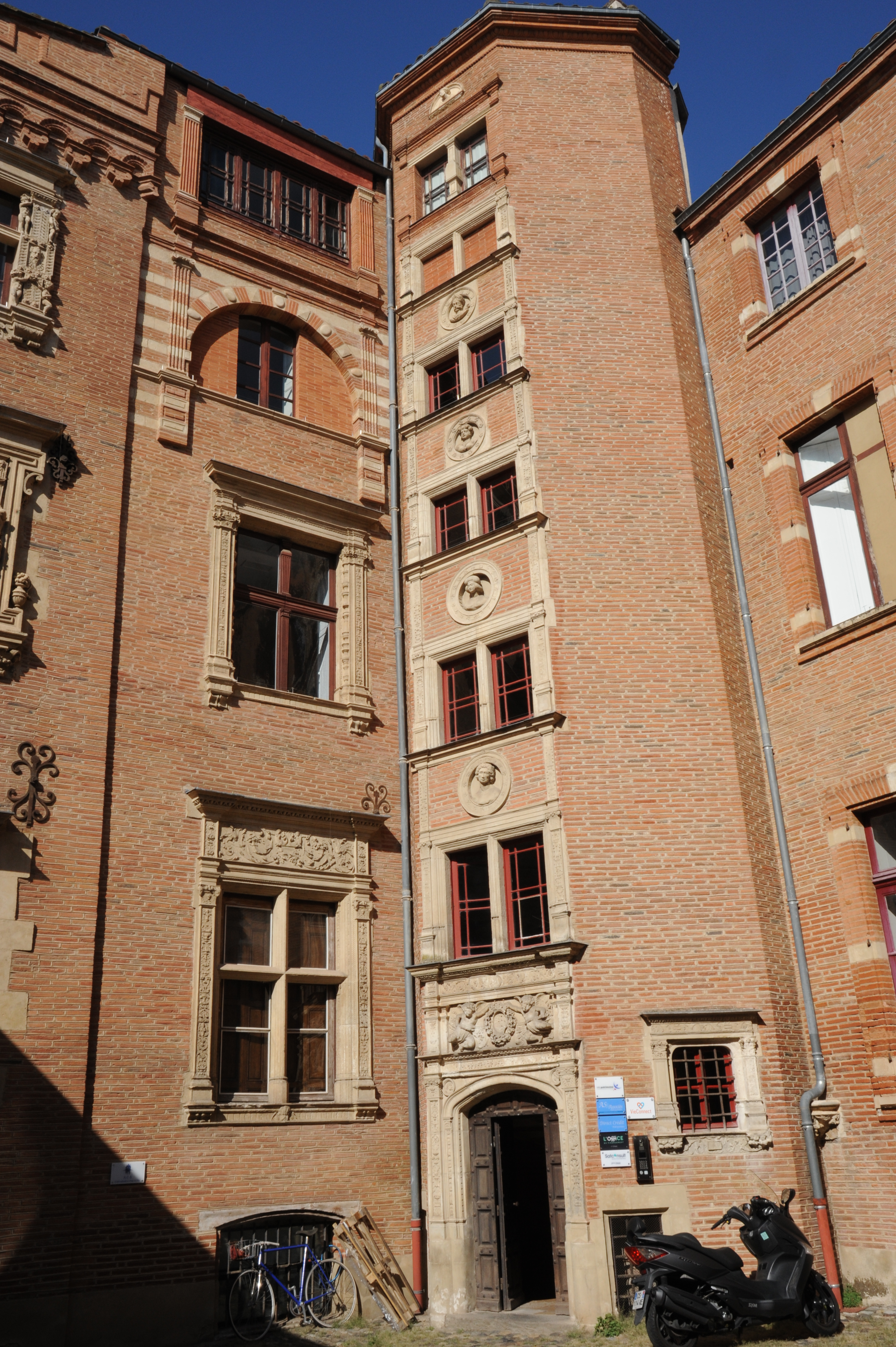
Vieux-Raisin : grande tour d'escalier.
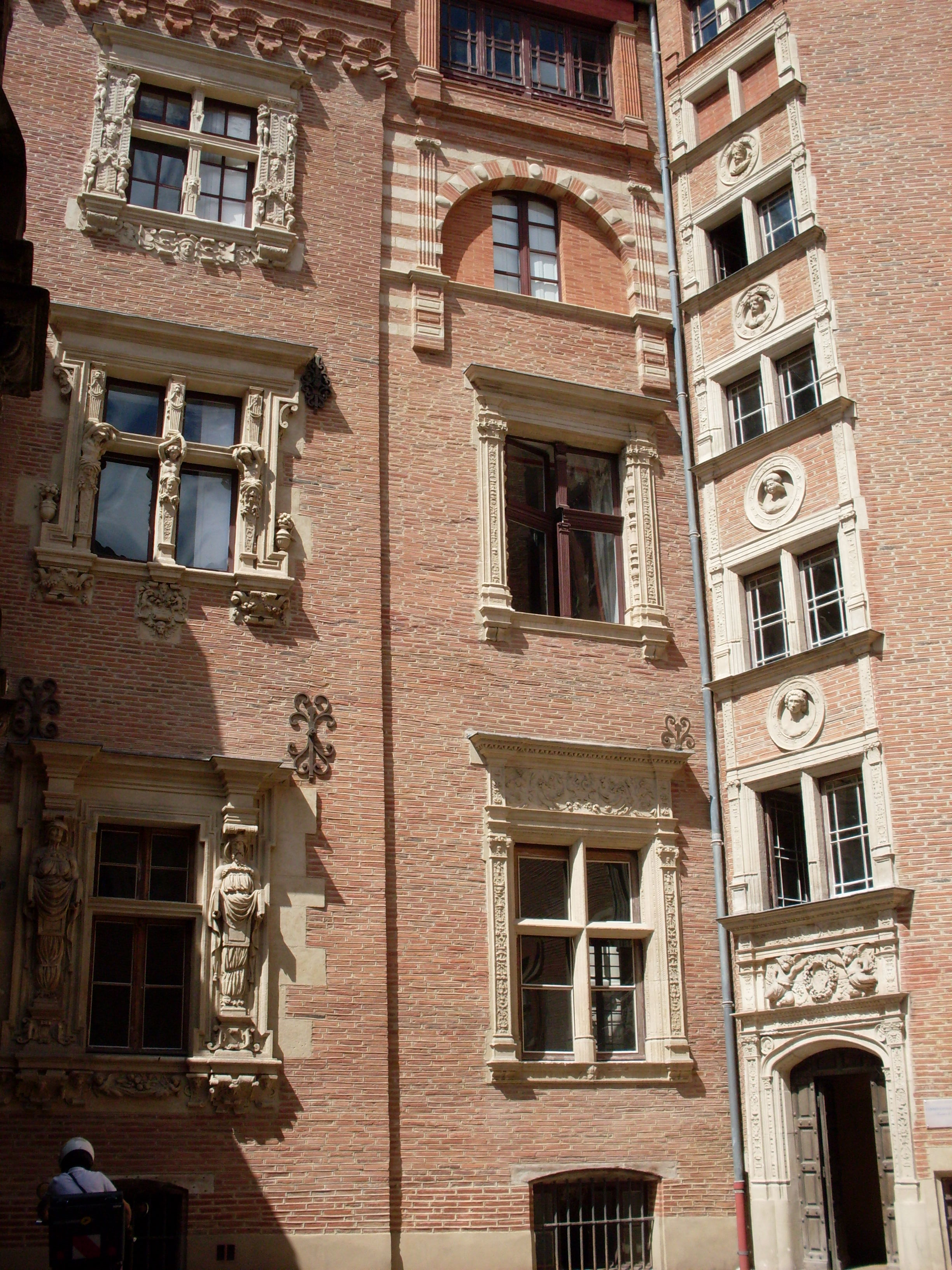
Vieux-Raisin.
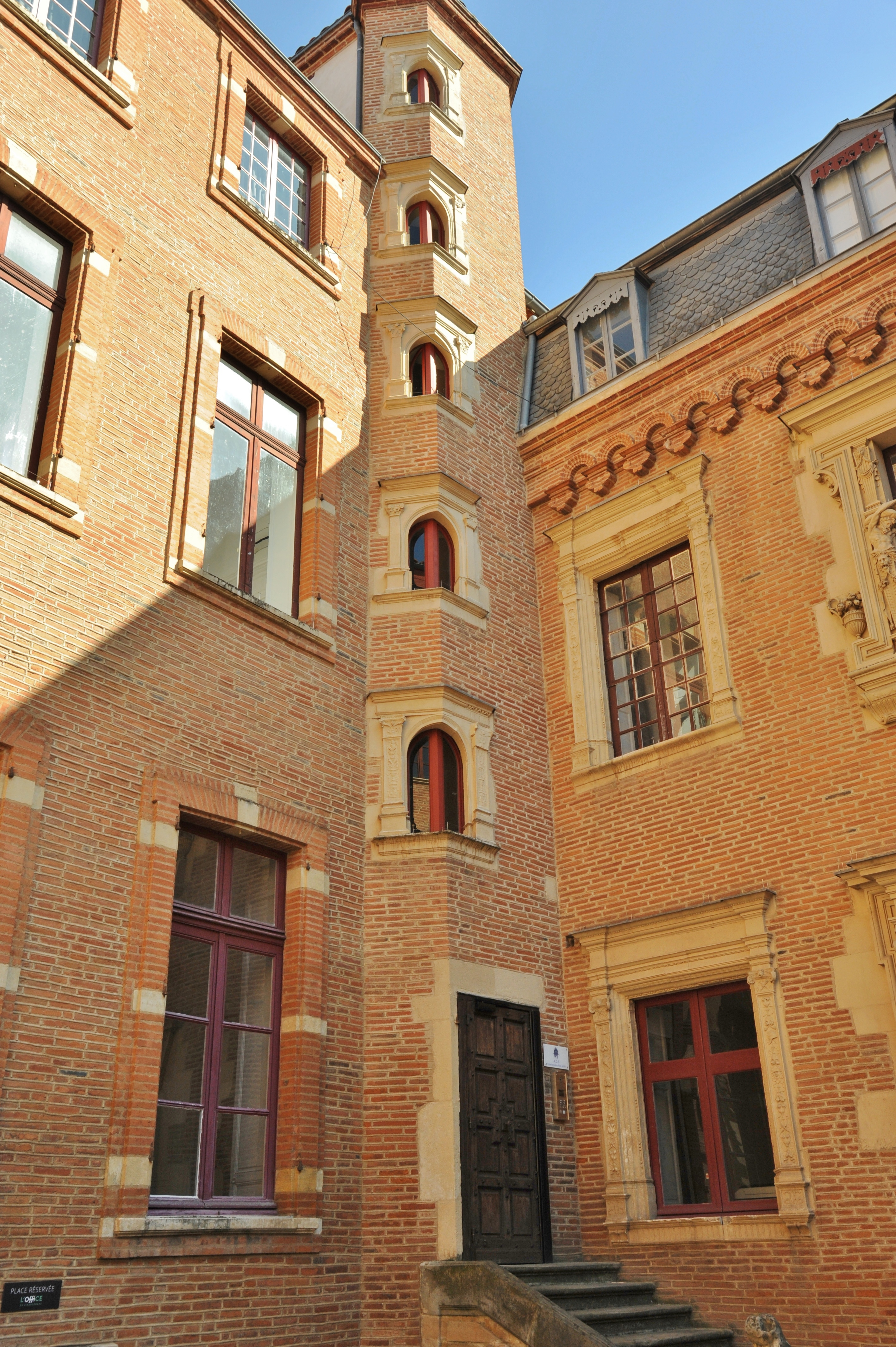
Vieux-Raisin : deuxième tour d'escalier.
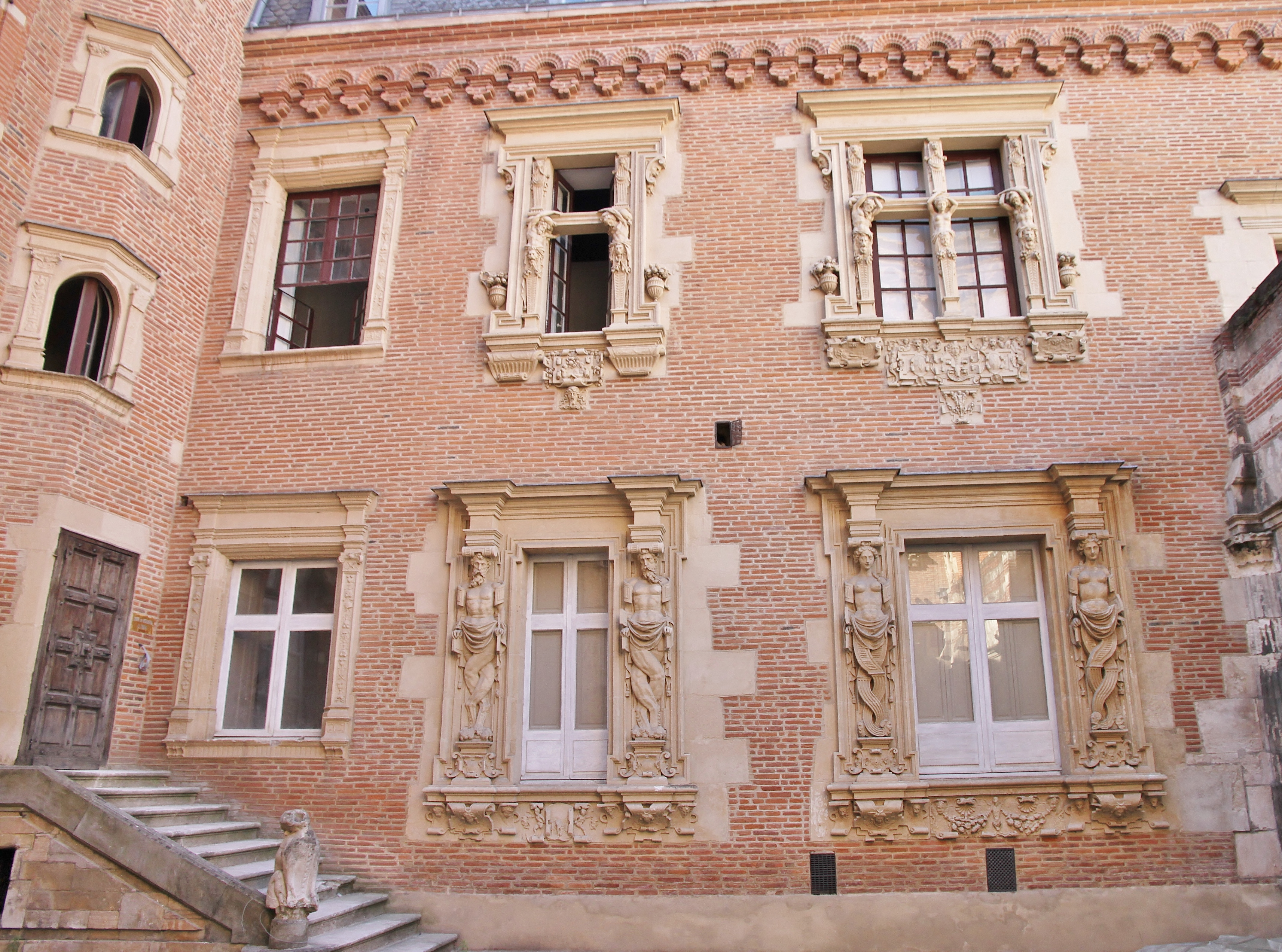
Vieux-Raisin.
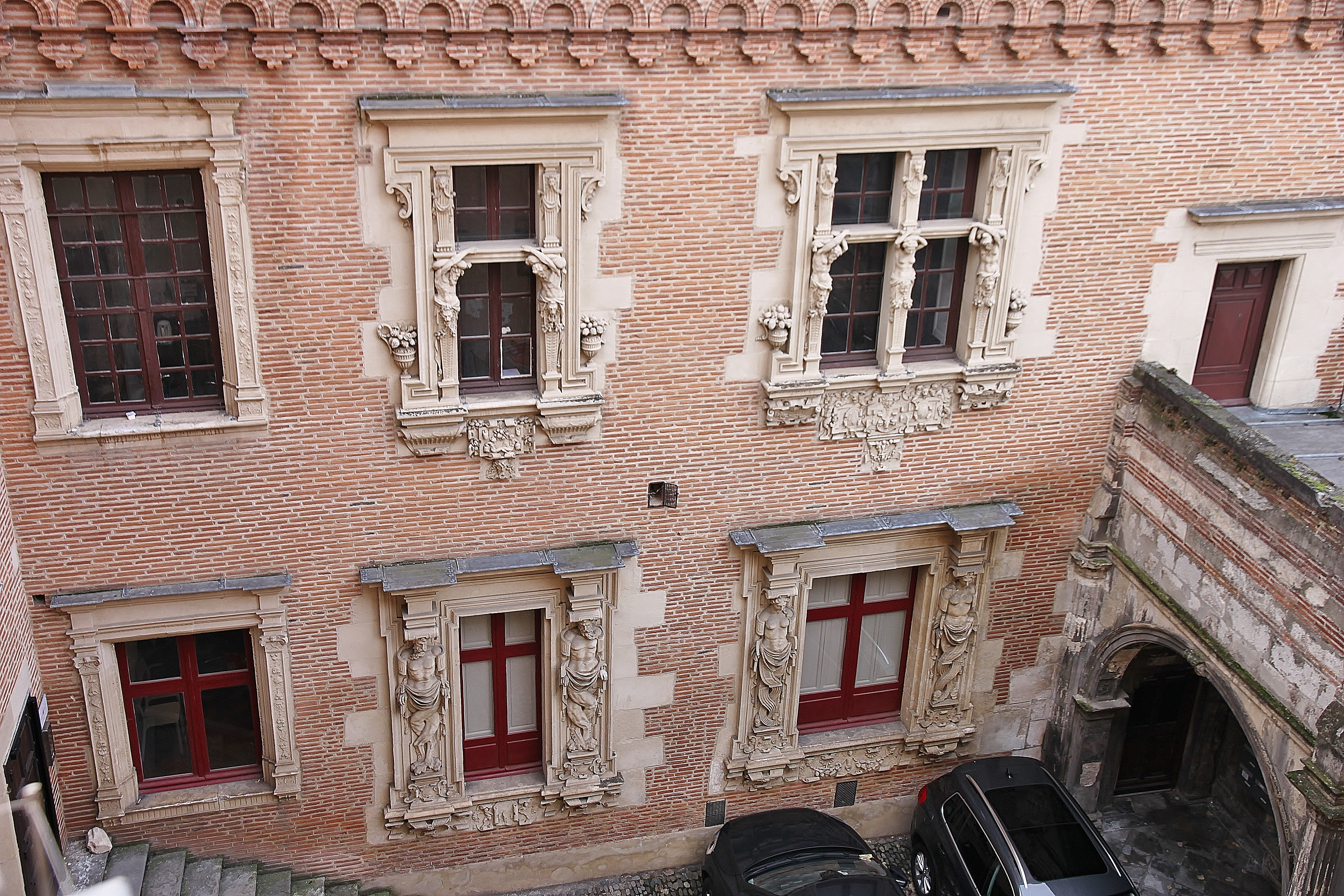
Vieux-Raisin.
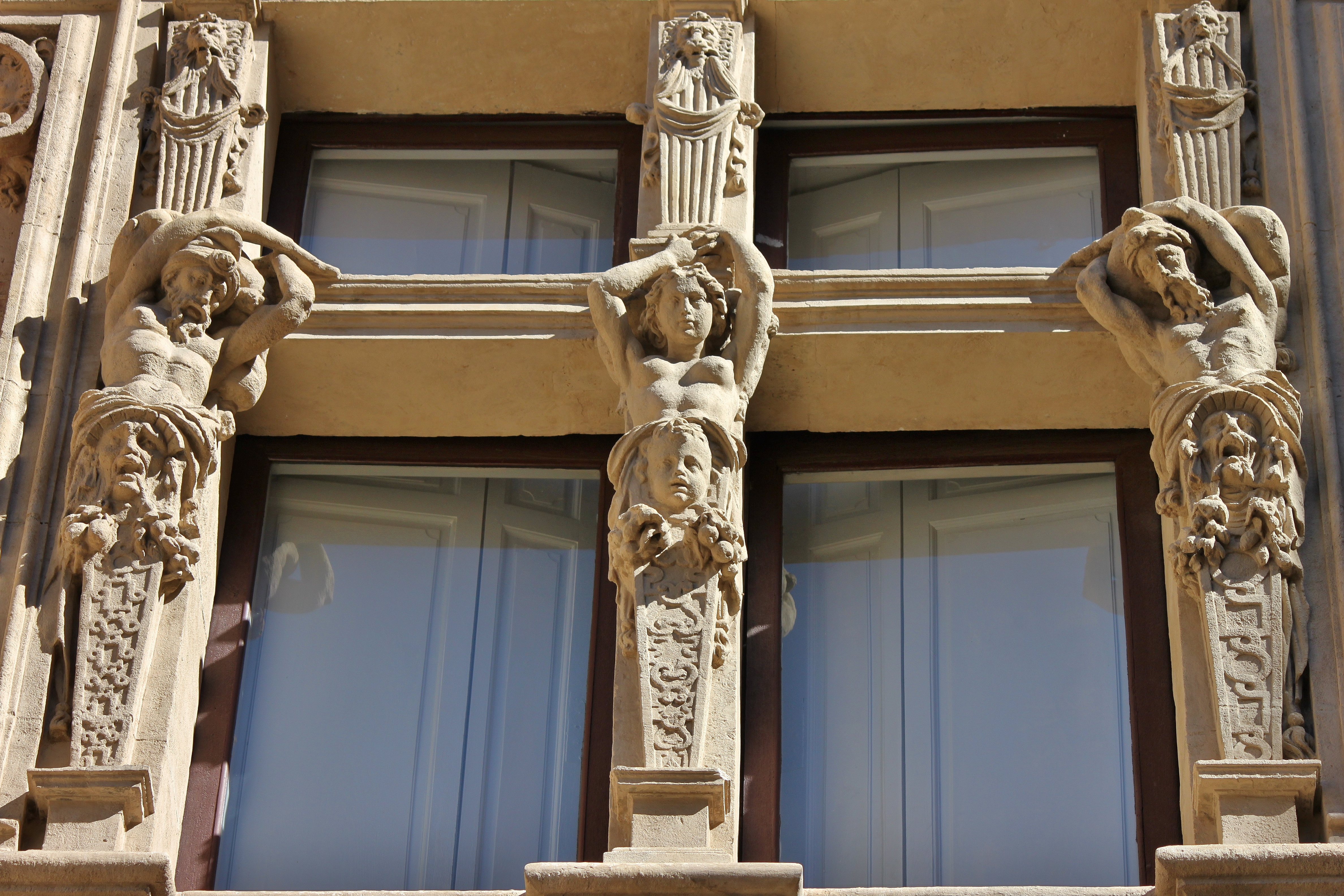
Vieux-Raisin : fenêtre.

## Portes et fenêtres
Les portes et les fenêtres présentées ci-dessous sont autant que possible classées dans l'ordre chronologique, parfois approximatif faute d'informations toujours précises.

### Les portes et portails
Support privilégié de la communication du commanditaire privé ou institutionnel qui souhaitait afficher son statut social et l'importance de sa fortune, la porte - ou le portail - était généralement l'objet de tous les soins décoratifs.
La grande diversité des portes et portails Renaissance à Toulouse révèle une multitude de sources et d'influences témoignant de plus d'un siècle d'architecture Renaissance.
Parmi les premières portes de la Renaissance toulousaine, celle de la tour d'escalier de l'hôtel du Vieux-Raisin (1515-1528) affiche les profils du propriétaire et de sa femme, représentés en médaillon, et s'enrichit d'une devise en latin au sein d'un décor de putti et de rinceaux. Le décor de la porte de la tour de Tournoer (1532) représente une urne funéraire encadrée de deux lions affrontés, en mémoire du fils du propriétaire décédé peu de temps auparavant.
Le portail de l'église de la Dalbade fut réalisé par le tailleur de pierre Michel Colin. Pour la partie inférieure (1537-1539) il s'inspire du val de Loire, mais la construction se situe à l'époque charnière où le style de la Première Renaissance s'efface devant les ordres d'architecture. Aussi pour la partie supérieure, construite à partir de 1540, les colonnes et chapiteaux classiques supplantent-ils les chapiteaux composés et à figures ou les rinceaux, donnant au portail un style plus monumental.
La datation du portail aux atlantes de la cour de l'hôtel de Bagis, œuvre emblématique de la Renaissance toulousaine, est toujours discutée faute de sources documentaires. D'abord associé à la campagne de Nicolas Bachelier (1538) puis aux années 1545 en raison de sa ressemblance avec une gravure de 1539 des Regole generali de Serlio, il a aussi été attribué à l'atelier de Pierre Souffron (vers 1606) en raison de la réfection du perron et du bouleversement de la cour d'honneur à cette époque. Plus récemment la décennie 1550 a été proposée car des éléments (socle et gaine des atlantes, traitement anatomique...) sont similaires à des cheminées du château de Madrid sculptées après 1540, dont des gravures furent diffusées par Androuet du Cerceau dans les années 1550.
Les nombreuses portes de l'ancien hôtel de ville, complexe formé d'un ensemble de bâtiments édifié principalement aux XVIe et XVIIe siècles, étaient l'occasion pour les capitouls de laisser une trace de leur passage à la tête de l'administration communale. Leur court mandat d'un an ne les incitait habituellement pas à se lancer dans de grandes réalisations sur lesquelles ils n'auraient pu faire sculpter leurs armoiries (la façade monumentale, la cour Henri IV et le Donjon sont en cela des exceptions), au contraire des portes qu'un habile artisan pouvait réaliser en ce laps de temps avec toute l'ornementation souhaitée et, surtout, avec de la place pour les blasons des consuls en exercice. Il n'a survécu que quelques exemplaires de ces portes du Capitole, lesquelles auront souffert à la fois de la censure révolutionnaire (destruction de blasons) et d'un XIXe siècle qui vit la reconstruction presque totale du palais municipal. Parmi ces portes survivantes, la porte du Grand Consistoire connut une destinée singulière : réalisée en 1552-1553 par Guiraud Mellot qui y sculpta les blasons des capitouls de l'année 1552, elle fut transformée en 1628 par l'ajout d'un décor de stuc pour commémorer la prise de La Rochelle et honorer Richelieu dont on attendait la visite à Toulouse. Les capitouls de l'année profitèrent de l'opération pour faire recouvrir les armoiries capitulaires d'origine par les leurs. Cette indélicatesse eut le mérite de préserver les blasons des capitouls de 1552 des destructions révolutionnaires de 1793, qui s'abattirent sur l'armorial de 1628. Redécouvert en 1880 sous la couche de stuc lors du démontage de la porte, l'armorial de 1552 s'affiche à nouveau sur cette porte du Capitole qui trône depuis 1932 au musée du Louvre au sein des collections de sculptures.
Le portail de l'ancien collège de l'Esquile est l’œuvre de Nicolas Bachelier (1556). Il célèbre la refondation de cet ancien collège médiéval, qui en 1550 absorbe 8 vieux collèges. Le bossage rustique vermiculé évoque la solidité et une ancienneté vénérable. Inspiré de compositions du Livre Extraordinaire de Serlio, il fait une large place à divers emblèmes martelés à la Révolution.

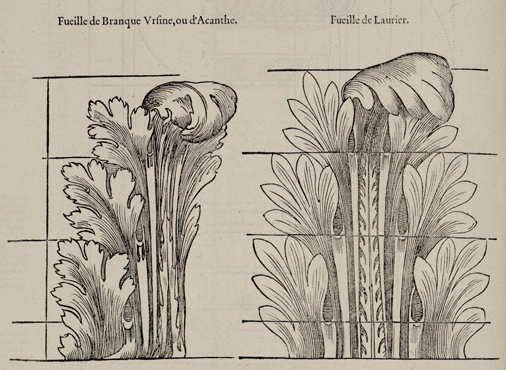
Gravure de feuilles d'acanthe (à gauche) et de laurier (à droite) pour décorer l'ordre corinthien, Jean Bullant (1568).

Le portail de l'hôtel Molinier, élevé en 1556 pour le conseiller au parlement Gaspard de Molinier, s'inspire particulièrement de la porte délicate VIII du Livre extraordinaire de Sebastiano Serlio publié à Lyon seulement 5 ans plus tôt, ce qui montre à quelle vitesse les nouveaux modèles prestigieux étaient adaptés à Toulouse à la Renaissance. Il présente une composition majestueuse entre architecture savante, sculptures sophistiquées et polychromies fastueuses de pierre et de marbres. Les colonnes jumelées, cannelées et rudentées, sont couronnées de chapiteaux corinthiens qui renvoient à des modèles romains tels que le Panthéon ou le temple de Mars Ultor, dont des gravures avaient été données par Alberti, Labacco ou Jean Martin dans des publications parues en Italie et en France entre 1550 et 1553. Enrichissement supplémentaire, la corbeille des chapiteaux est couverte de feuilles de laurier, moins rigides et sèches que les feuilles d'acanthe, comme cela se rencontrait sur de nombreux vestiges antiques mais aussi sur les chantiers contemporains du Louvre et d'Écouen. Du château de Fontainebleau sont inspirés les cuirs enroulés et les êtres hybrides qui se développent sur l'attique. Deux termes engainés mi-humains mi-végétaux, l'un féminin et l'autre masculin, sont inspirés d'une gravure de 1536 de Veneziano, reprise par Androuet du Cerceau entre 1546 et 1549. Autre important élément du décor, des dizaines de plaques, cabochons, demi-sphères ou pointes de diamant en marbres de couleur tirés des carrières pyrénéennes sont enchâssés tels des bijoux sertis. On doit ces marbres rares et précieux à l'architecte, ingénieur et menuisier Dominique Bertin qui avait rouvert des carrières romaines dans les Pyrénées pour alimenter les chantiers royaux. Malgré l'éloignement de la capitale, la réactivité et la sophistication du foyer artistique toulousain telles qu'elles s'affichent sur le portail de l'hôtel Molinier ne sont pas surprenantes car Bertin, mais probablement aussi d'autres Toulousains tel Jean Rancy qui avait dessiné pour le Capitole des colonnes et décors de marbre (jamais réalisés), fréquentait dans le cadre de son activité de « conducteur du marbre pour le Roy » les grands architectes royaux du règne d'Henri II (Lescot, Primatice, De L'Orme...) et se tenait ainsi au courant des dernières nouveautés. Ce décor ostentatoire étalé par Gaspard de Molinier était coiffé par la partie supérieure du portail où est inscrite la devise stoïcienne SUSTINE ET ABSTINE, « Supporte et abstiens-toi », que le jurisconsulte Jean de Coras, illustre professeur de droit à l'Université de Toulouse, interprétait comme devant guider un homme vers la vertu en lui enseignant la patience, la faculté à supporter ce qui est pénible, et en lui inculquant la tempérance. Deux aiguières sculptées sous la devise, traditionnellement symboles de ces qualités ainsi que de l'abstinence, viennent renforcer le message destiné à afficher l'honnêteté et l'intégrité du parlementaire. Ainsi l'ambitieux programme décoratif de ce portail, riche de symboles et de références, présentait-il plusieurs niveaux de lecture dont certains n'étaient accessibles qu'aux plus savants. Conçu pour retranscrire l'honorabilité et les exigences morales du propriétaire, le portail de l'hôtel de Molinier témoigne qu'à cette époque, en architecture comme en rhétorique, « tout discours qui tendait à la grandeur passait par la richesse et l'abondance »,.
La porte de la tour d'escalier de l'hôtel d'Assézat (1555-1556) était la principale entrée de l'hôtel. Flanquée de grandes colonnes doriques qui assurent la continuité avec les façades classiques qui l'entourent, elle est agrémentée de deux colonnes torses dites salomoniques en référence aux mythiques colonnes torses du temple de Salomon.
Le grand portail de l'hôtel d'Assézat (1560-1562), mélange de puissance et d'érudition délicate, est l’œuvre de Dominique Bachelier, fils du célèbre Nicolas Bachelier auteur des façades classiques de la cour de ce même hôtel quelques années plus tôt. Les pilastres doriques qui encadrent la porte offrent une succession alternée de pointes de diamant, conférant à l'ensemble une dimension précieuse.
Daté de 1604 ou 1605, le grand portail du collège des jésuites fit l'admiration de Rodin qui le dessina à plusieurs reprises. Le décor sculpté dans la pierre portait les blasons des huit capitouls de l'année ainsi que les doubles blasons de France-Navarre à gauche et de Toulouse-Languedoc à droite, cependant seuls quatre des blasons de capitouls sont encore bien visibles.
Le portail de l'hôtel de Clary, ou hôtel de pierre (1610-1616), n'est double qu'en apparence : la porte de droite est une fausse porte créée uniquement pour des raisons de symétrie. Au-dessus des portes, Mercure et Apollon à gauche, Junon et Minerve à droite, célèbrent les propriétaires dans un riche décor sculpté maniériste.
Construit à partir de 1617, l'hôtel de Chalvet est représentatif d'un changement de style qui devait marquer de son empreinte l'architecture toulousaine du XVIIe siècle : le décor sculpté est délaissé au profit d'une austérité seulement égayée sur les ouvertures par une alternance brique et pierre. Seul son portail à bossages s'inspire encore de références de la Renaissance, il fut l'un des derniers à le faire avec le spectaculaire portail de l'hôtel Desplats (vers 1620-1622).

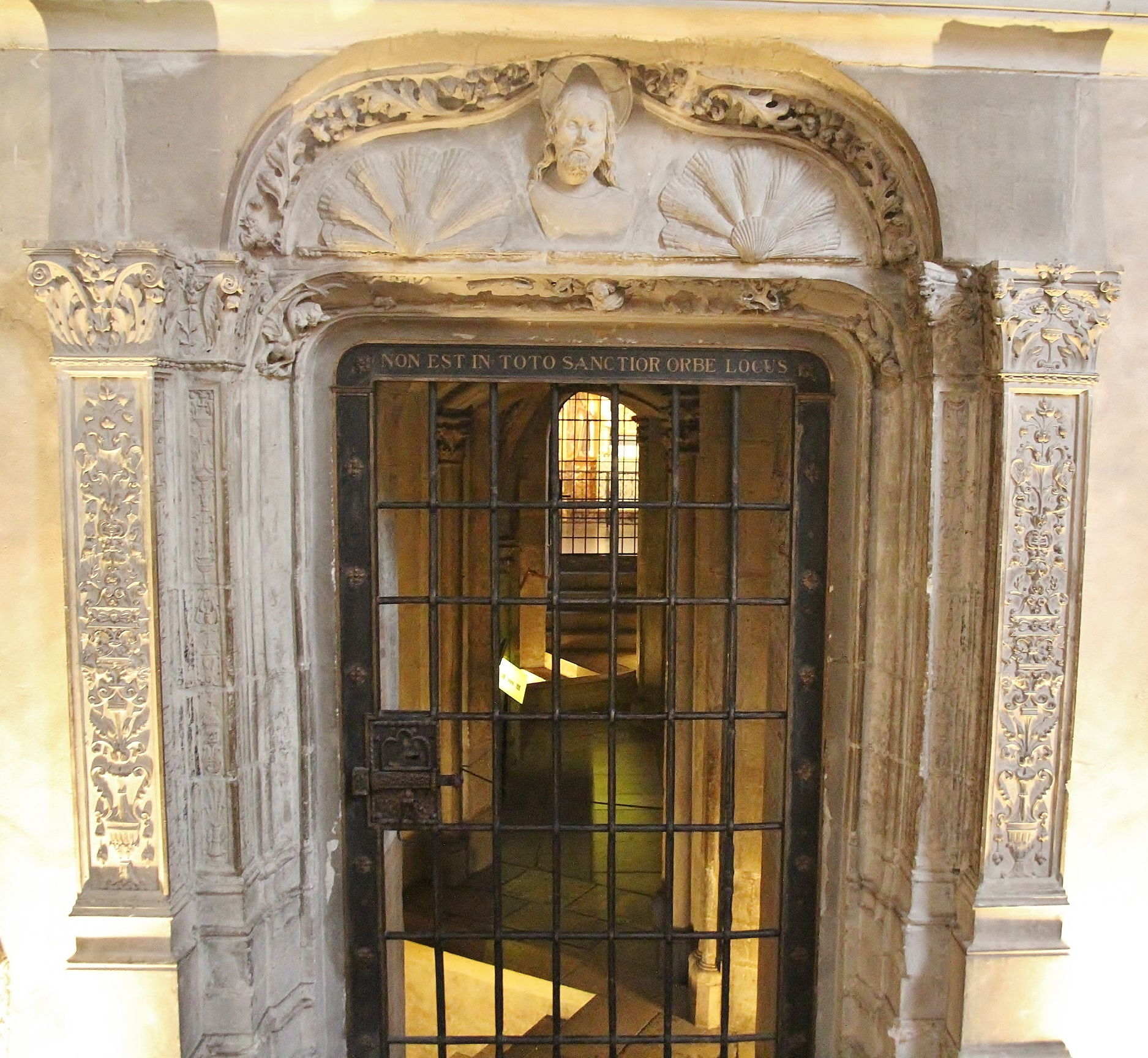
La porte sud de la crypte de la basilique Saint-Sernin est la première manifestation de l'architecture Renaissance à Toulouse en 1518.
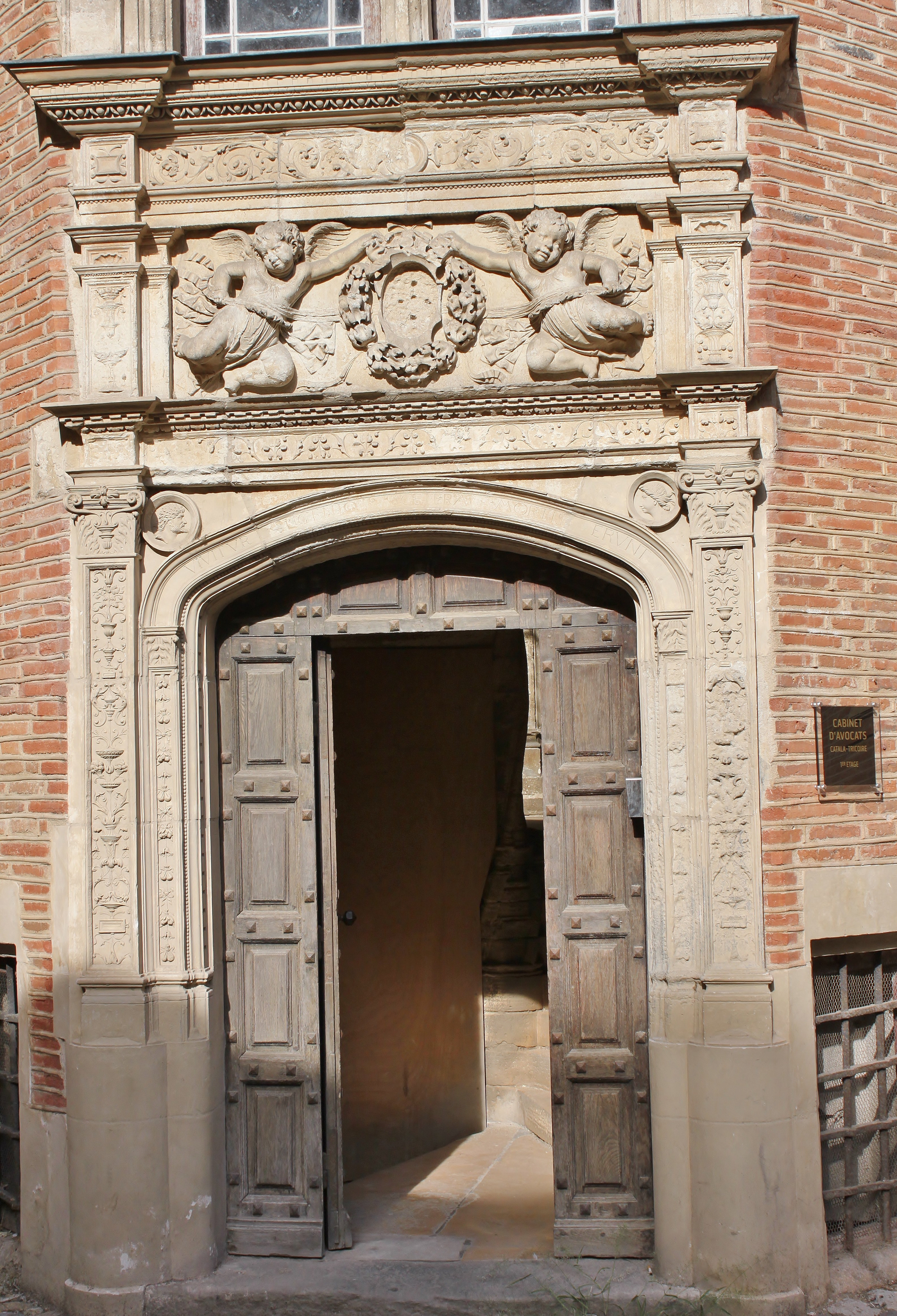
Porte de la tour d'escalier de l'hôtel du Vieux-Raisin (entre 1515 et 1528).
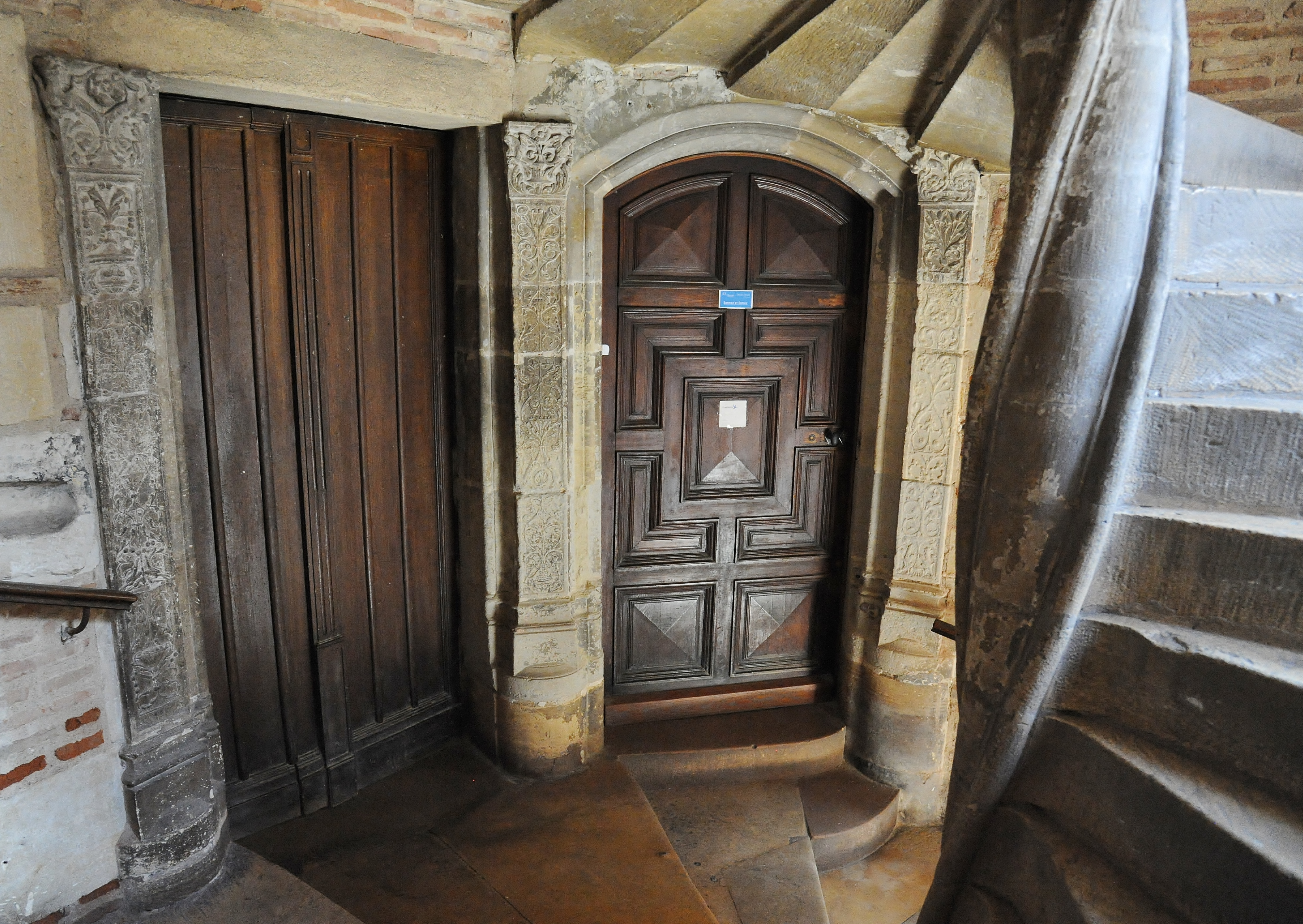
Portes au rez-de-chaussée de la tour d'escalier de l'hôtel du Vieux-Raisin (entre 1515 et 1528).
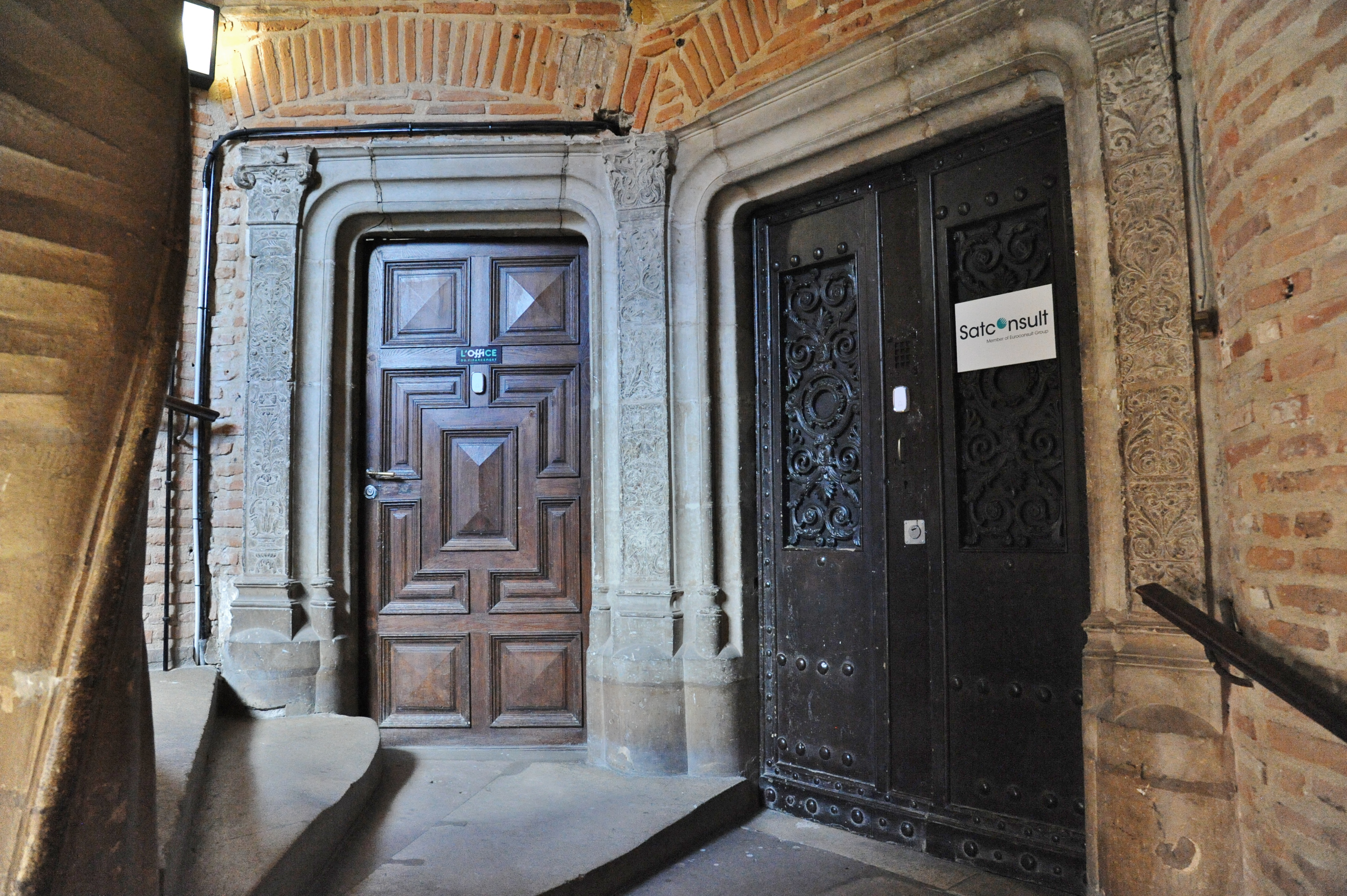
Portes au premier étage de la tour d'escalier de l'hôtel du Vieux-Raisin (entre 1515 et 1528).
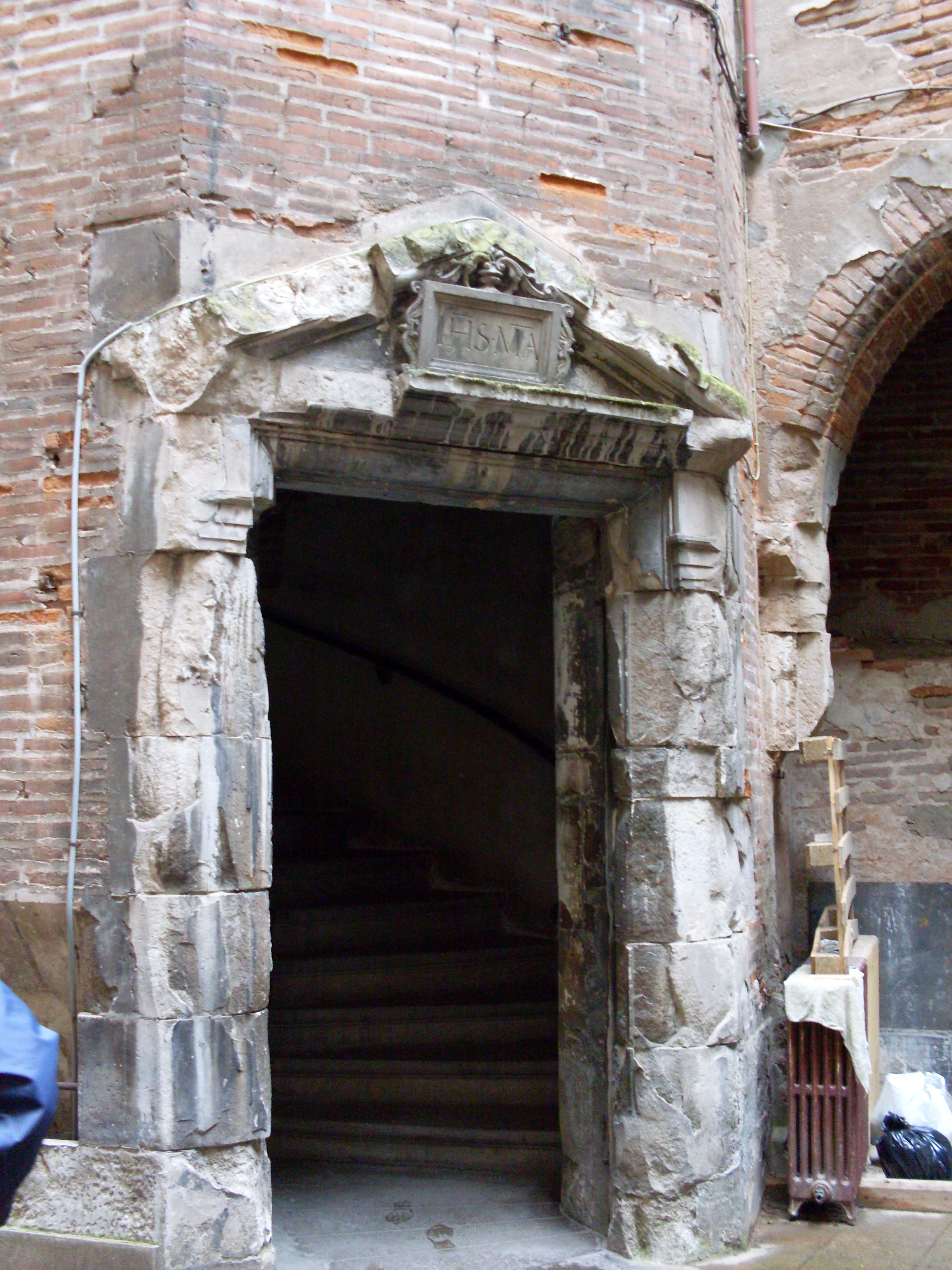
Porte de la tour de l'hôtel Delpech.
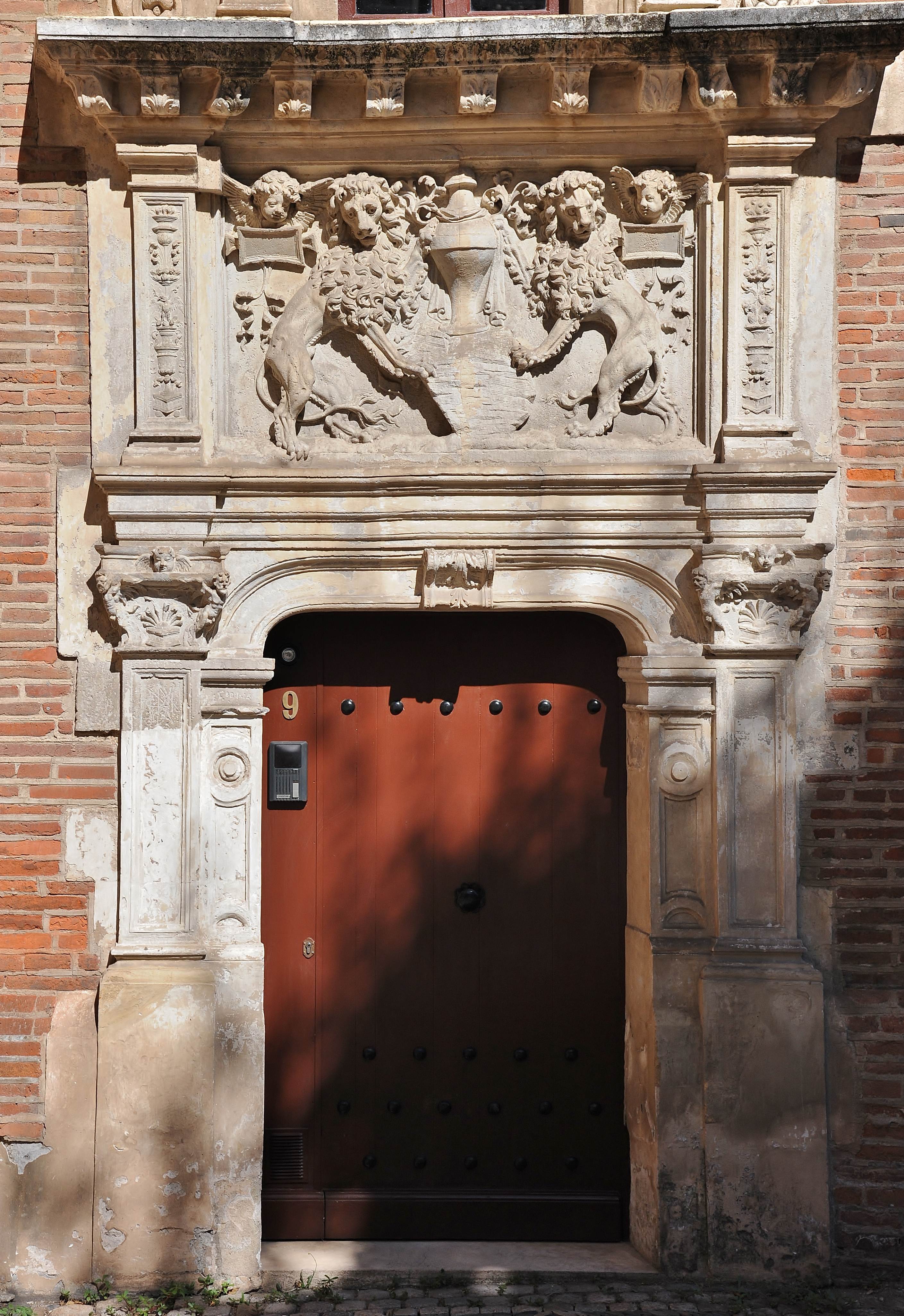
Porte de la tour de Tournoer (1532).
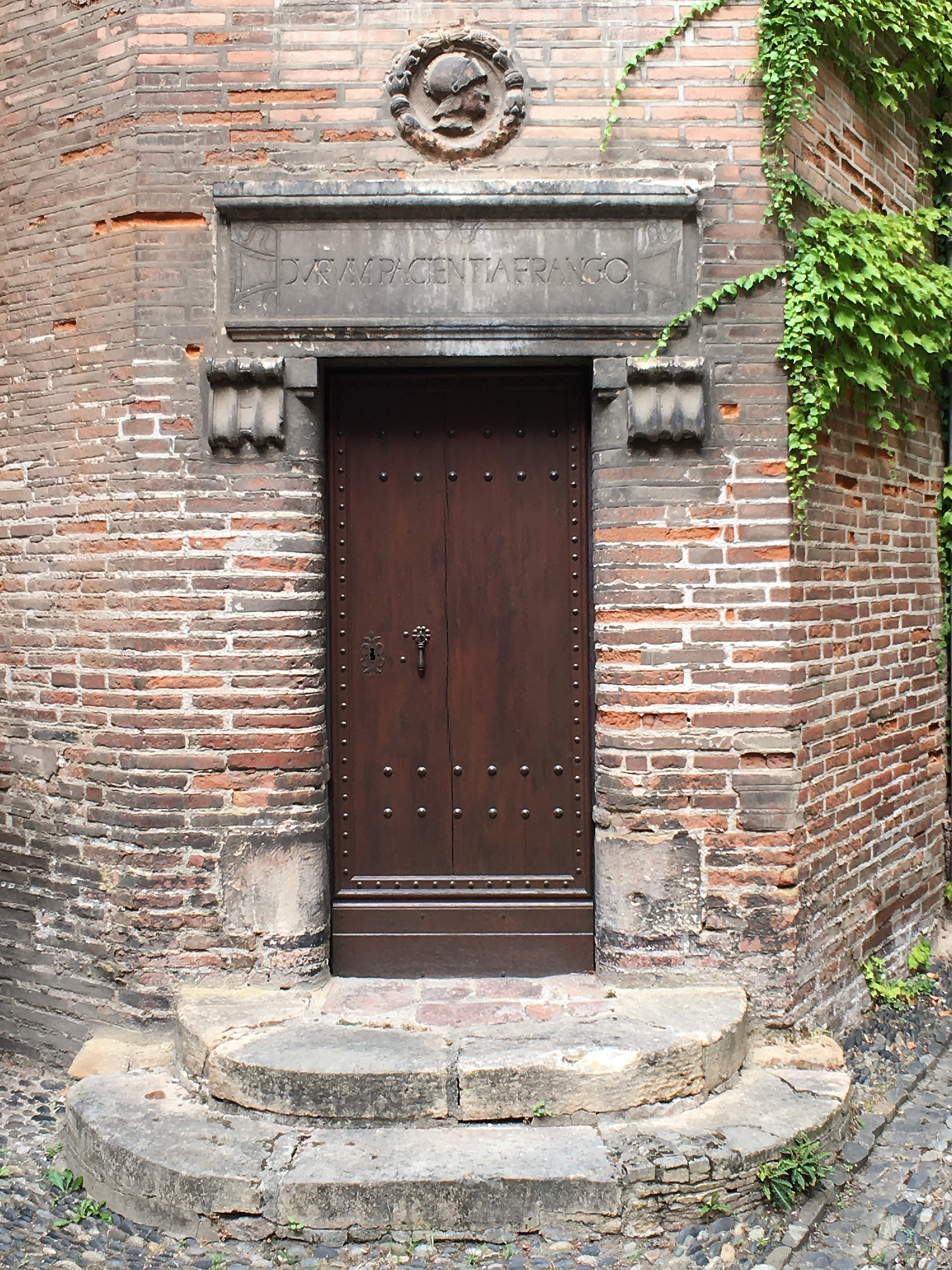
Porte de la tour de l'hôtel d'Ulmo (entre 1526 et 1536).
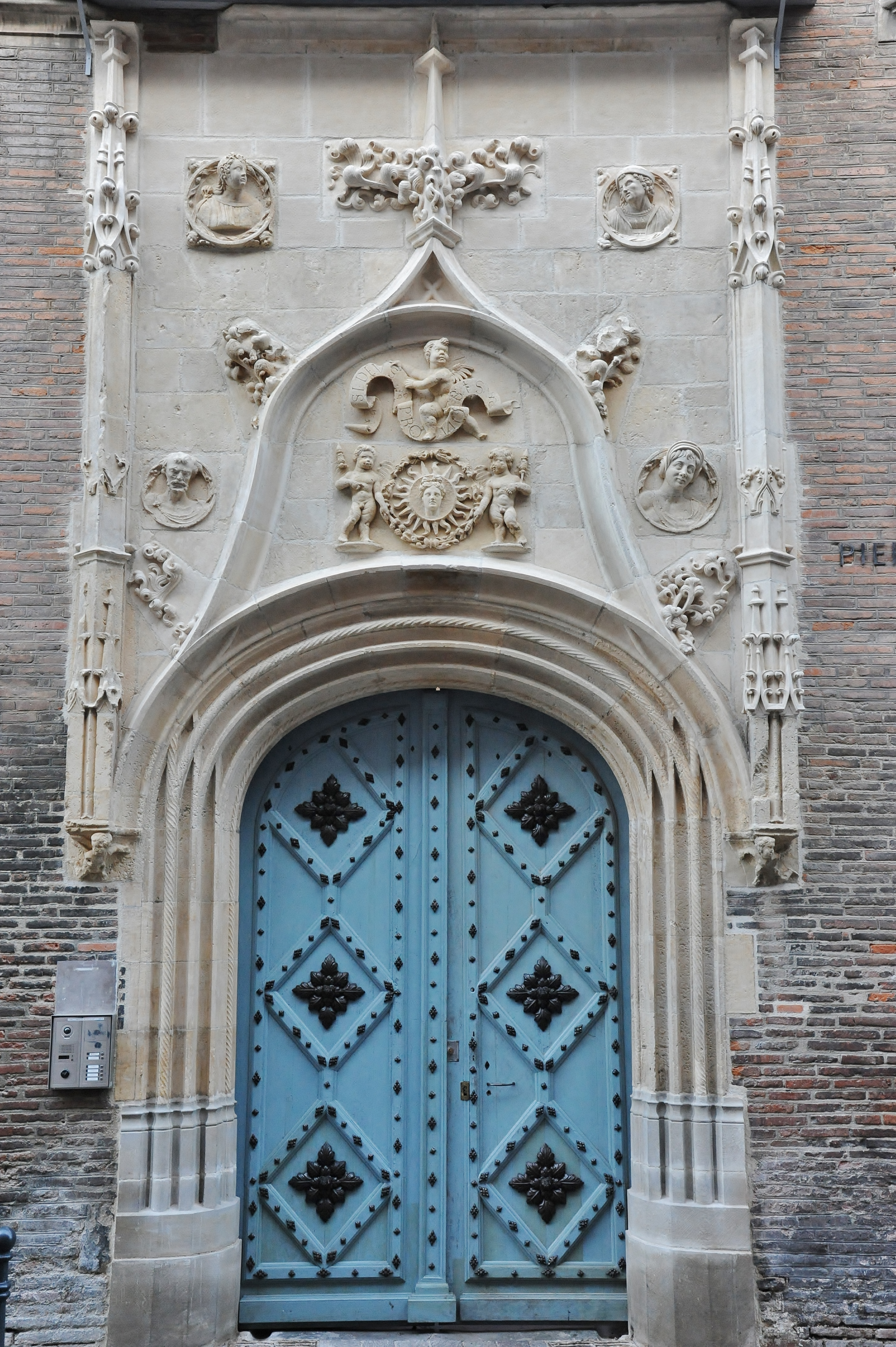
Le portail de l'hôtel de Bernuy est essentiellement gothique flamboyant (1504) mais aussi partiellement Renaissance (1530-1536).
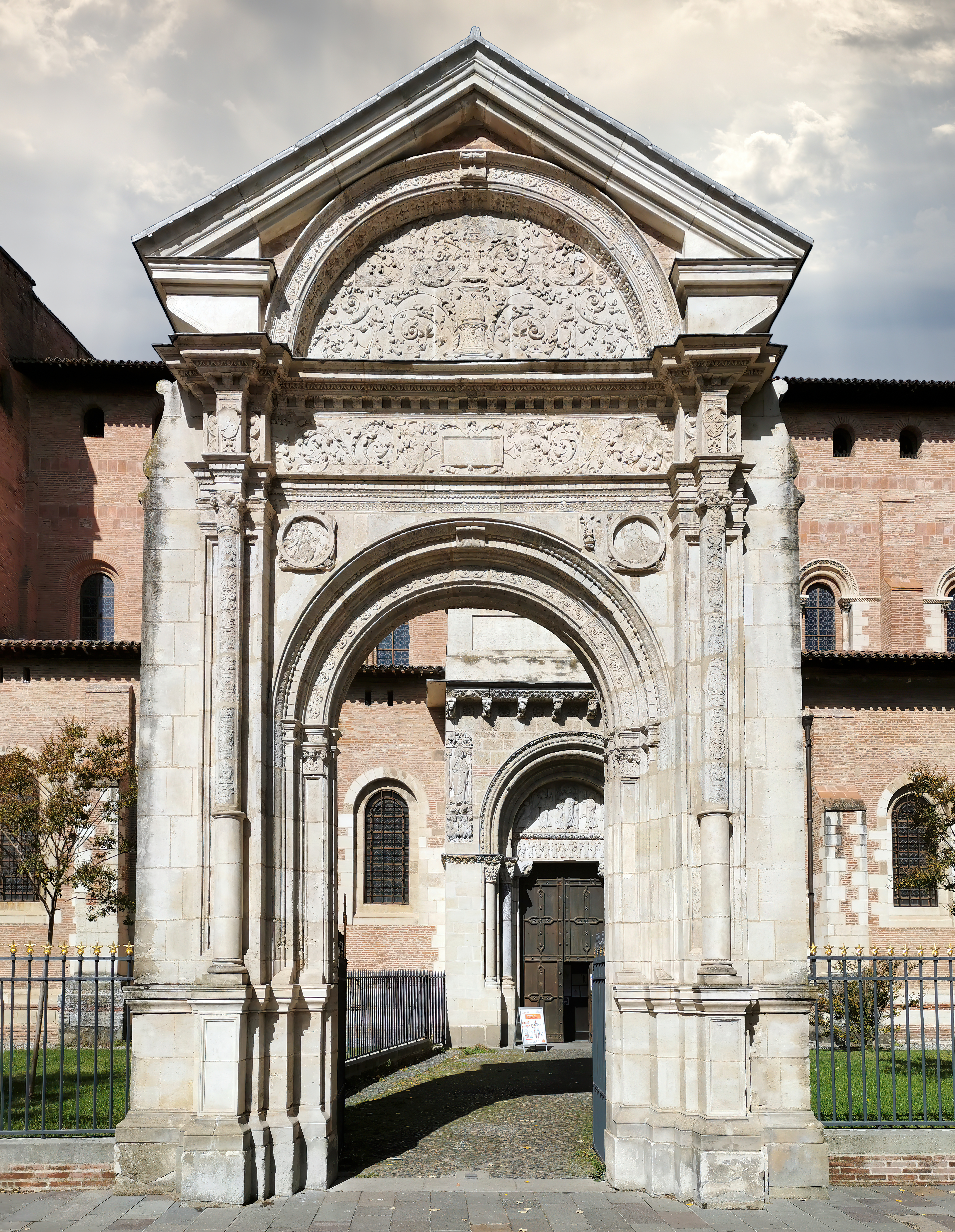
Vestige d'une enceinte qui entourait Saint-Sernin, un portail des années 1530.
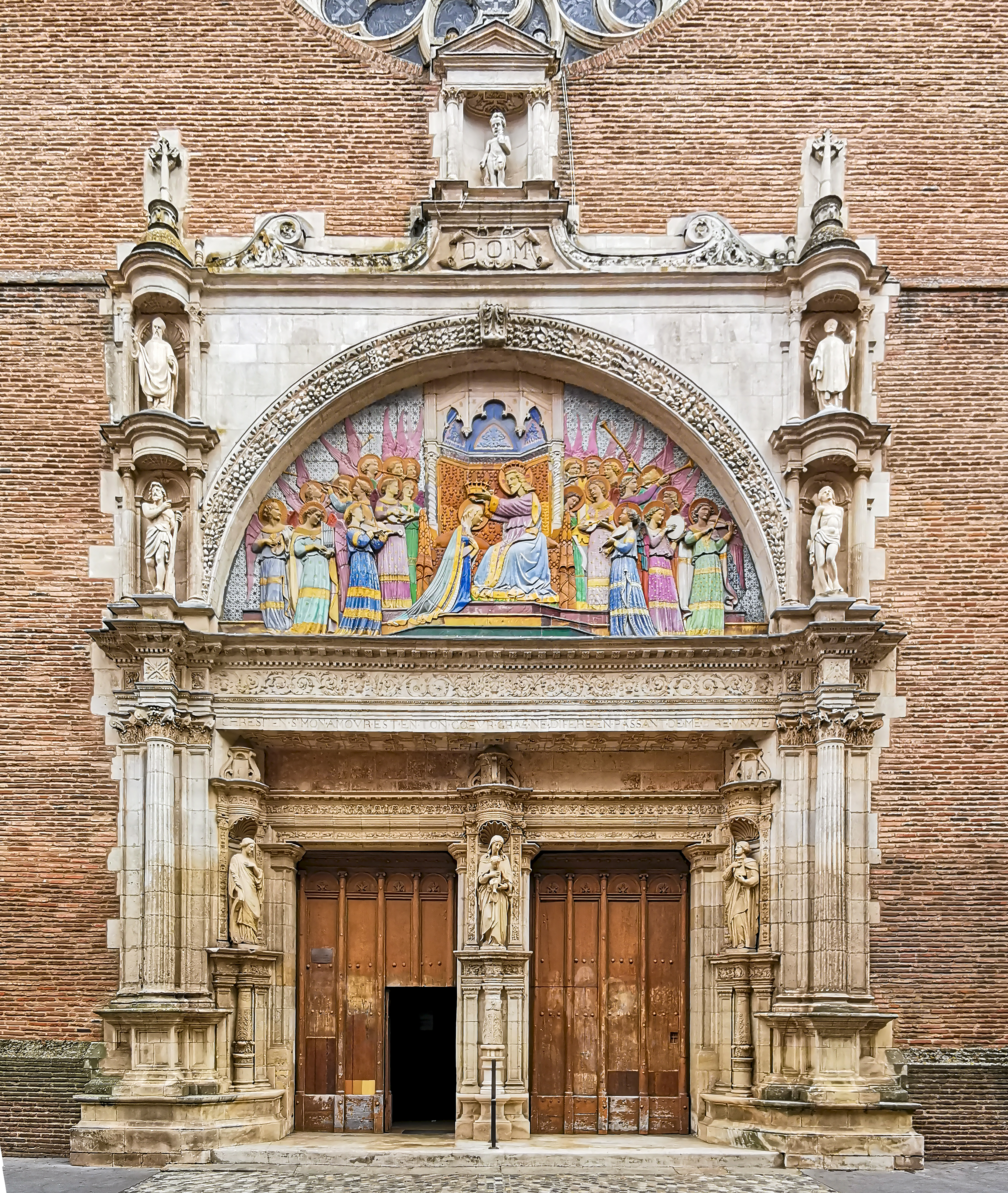
Portail de l'église de la Dalbade (1537-1540, sauf tympan XIXe siècle).
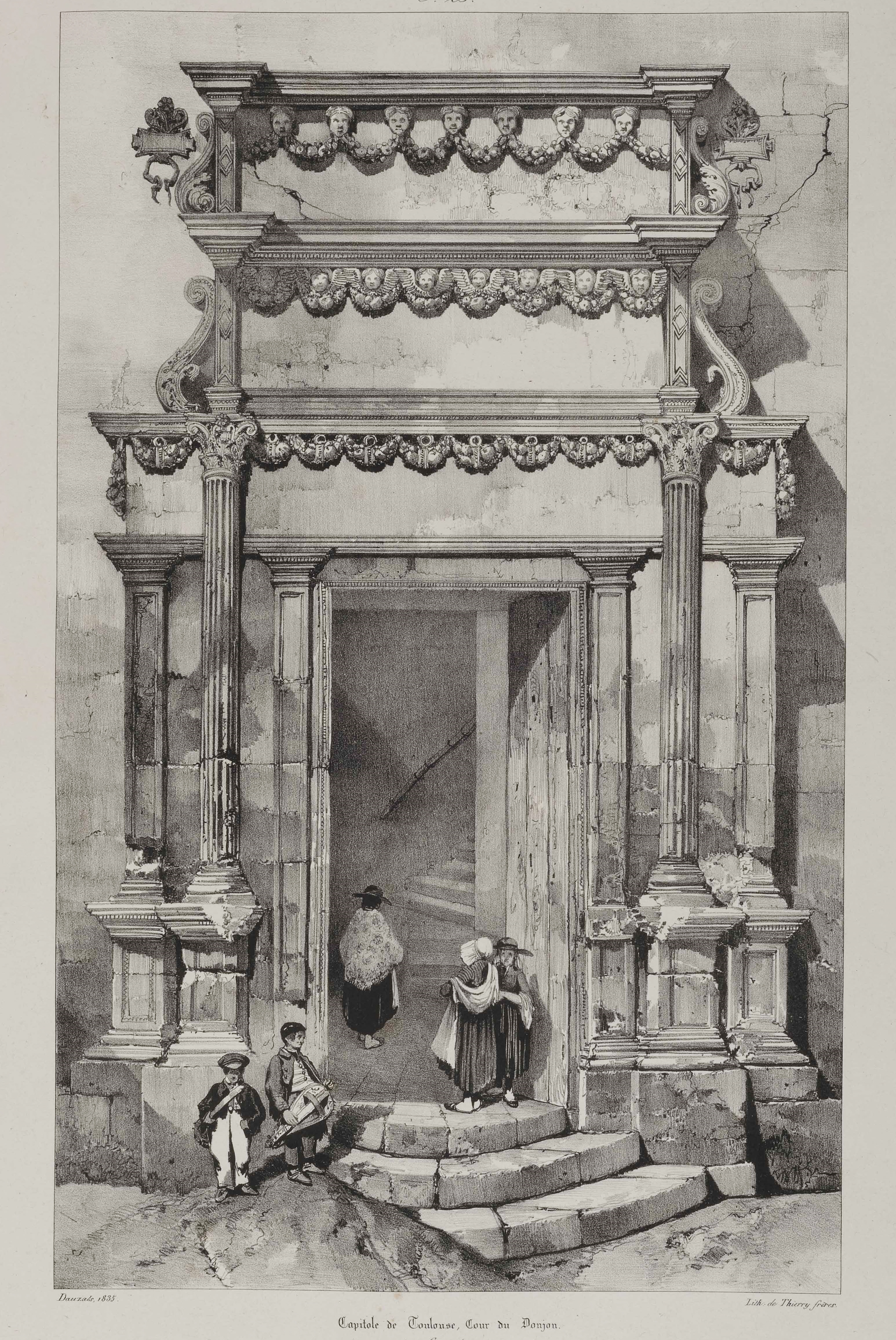
Porte de la Tour de la Vis de l'ancien Capitole (1537, Sébastien Bouguereau), détruite au XIXe siècle.
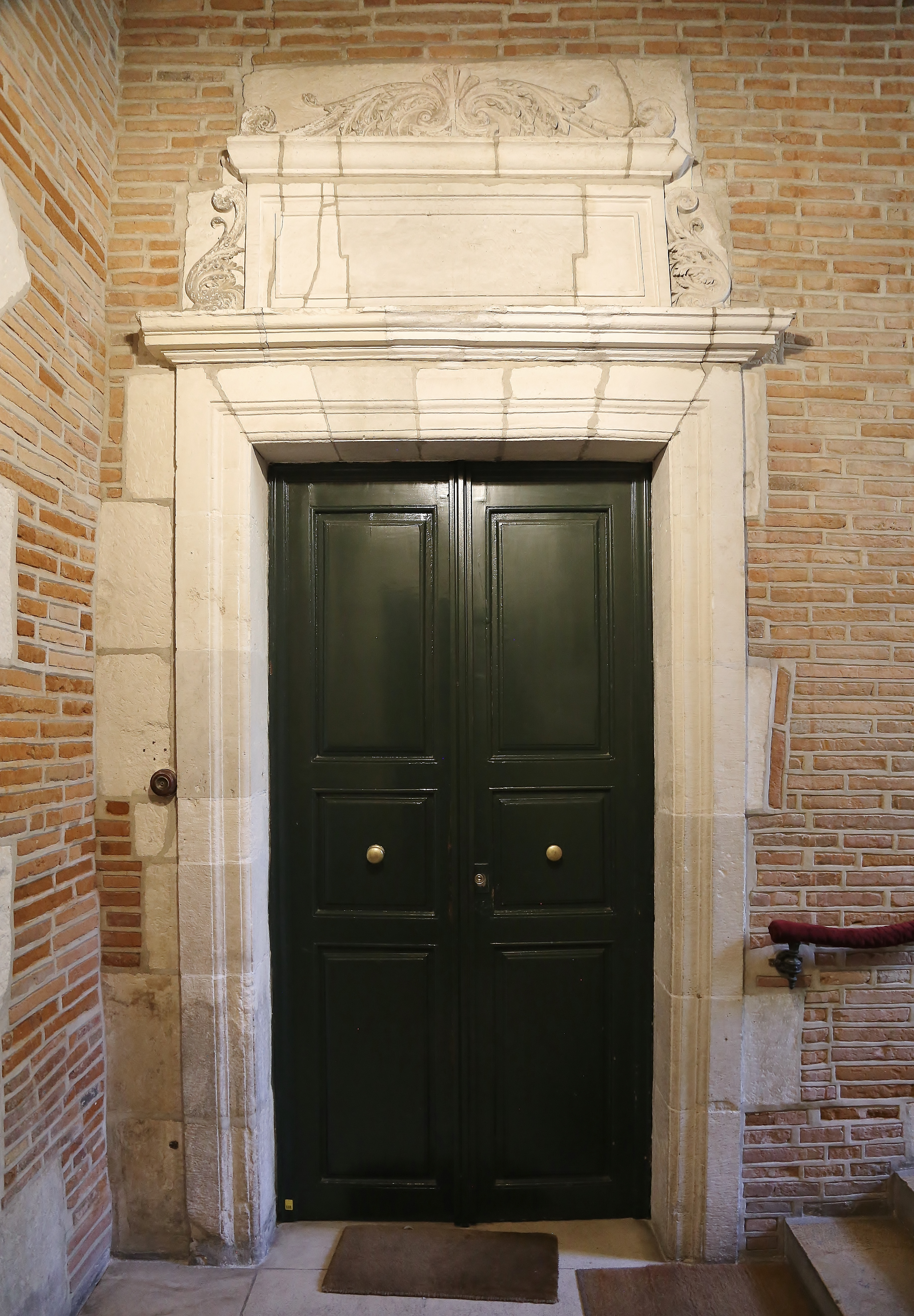
Hôtel de Bagis, porte intérieure (1538, Nicolas Bachelier).
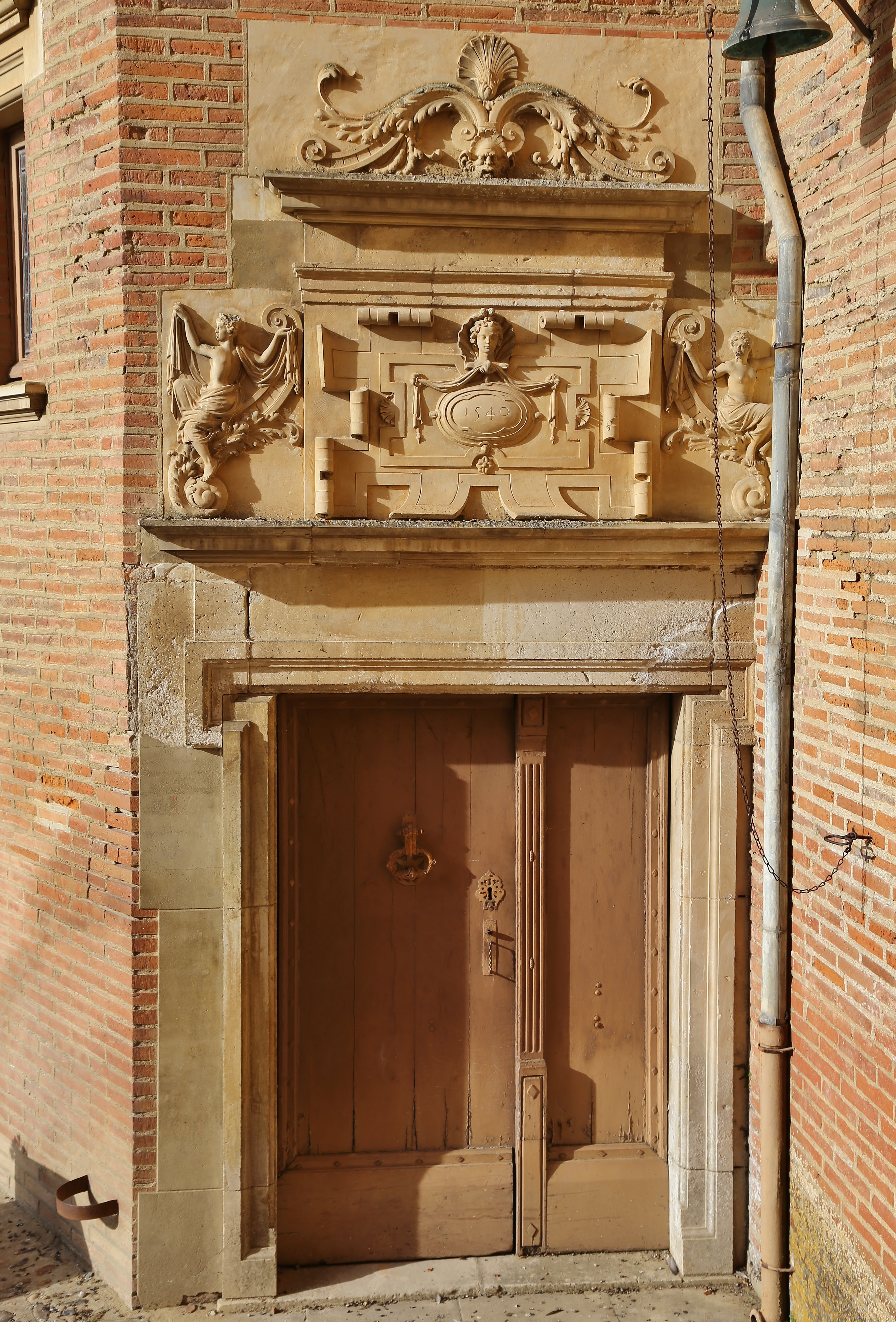
Porte de la tour du château de Pibrac (décor de 1540 attribué à Nicolas Bachelier, restitué en 1902-1904).
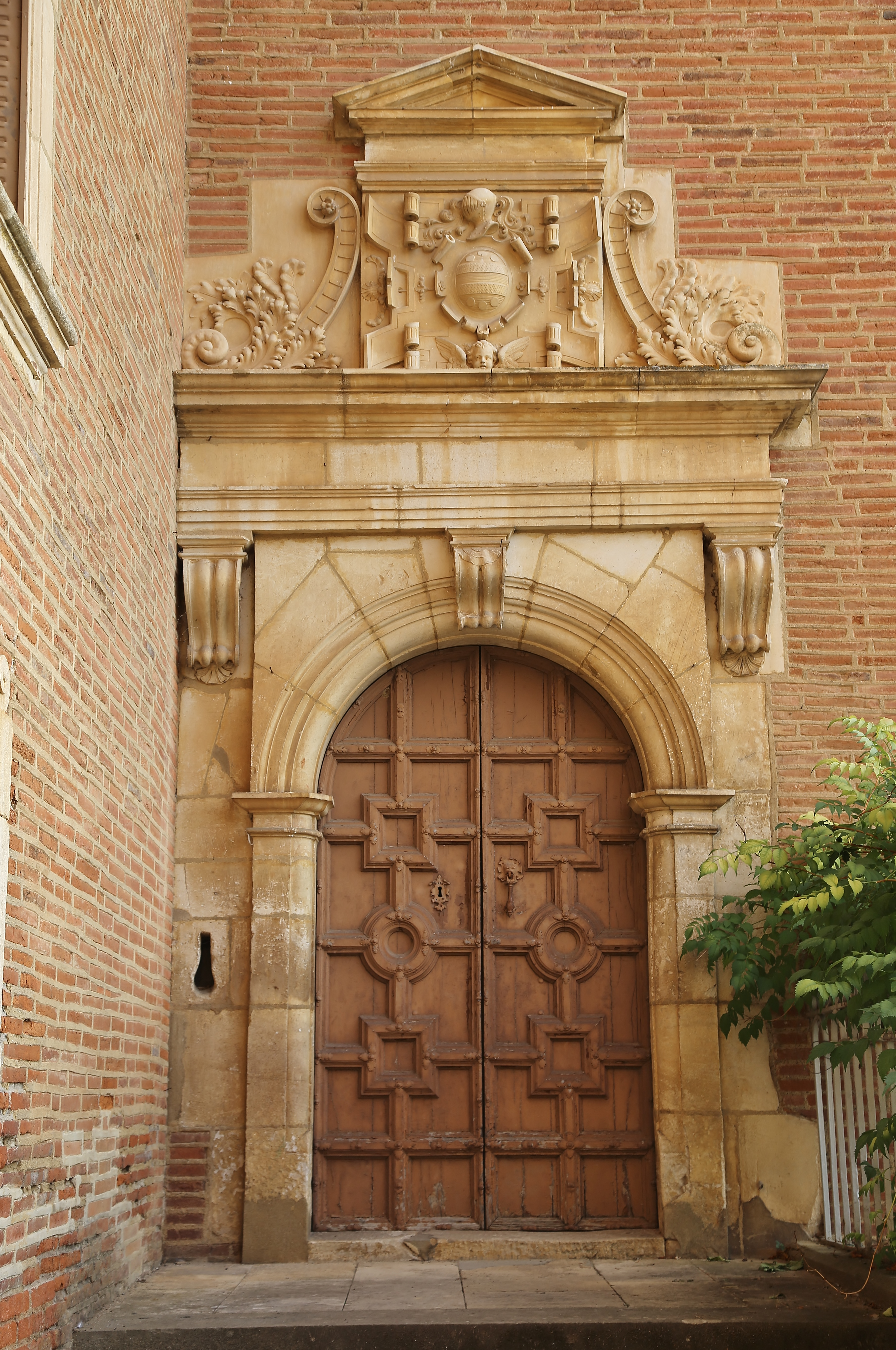
Porte du château de Pibrac (décor restitué en 1902-1904).
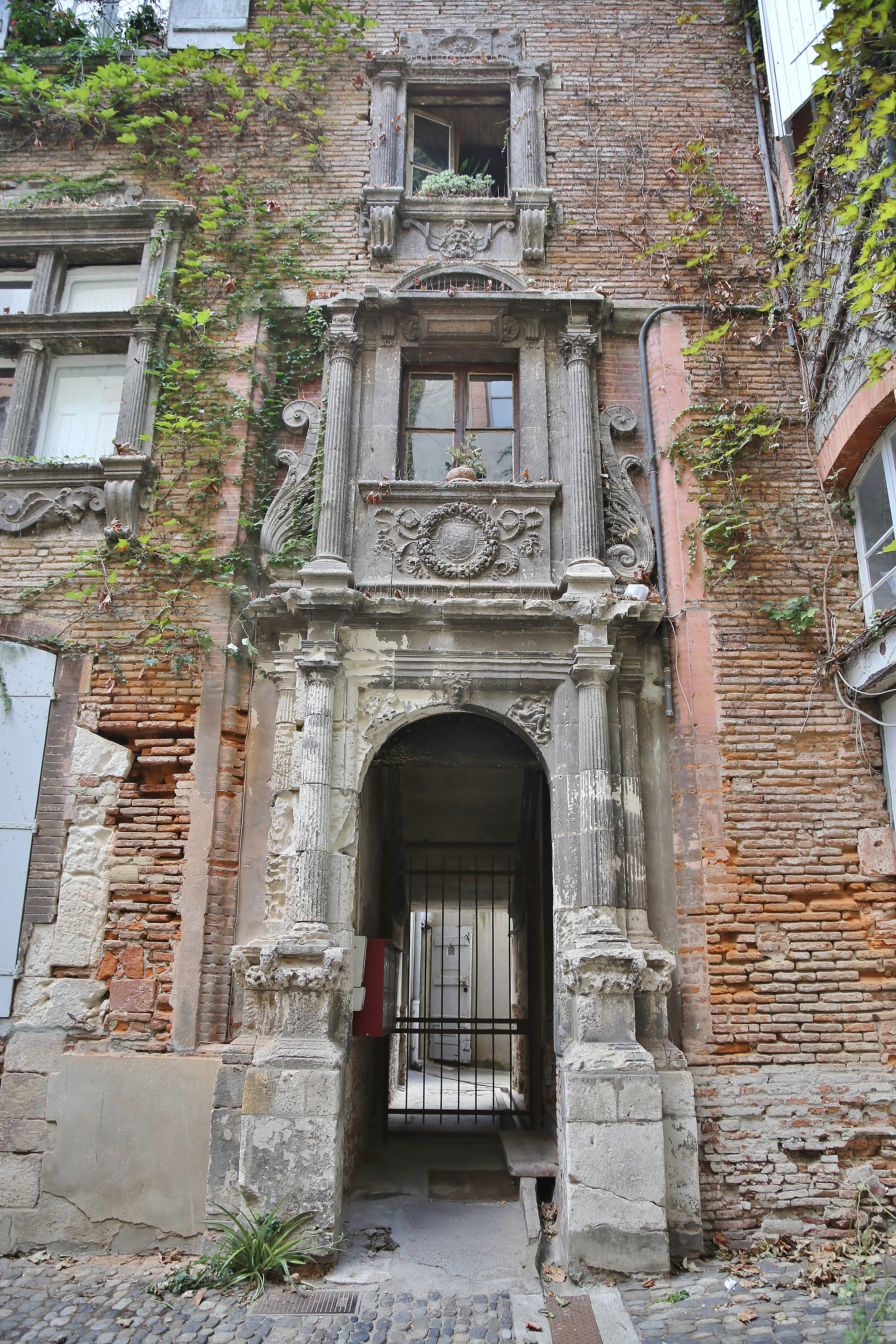
Portail dans la cour de l'hôtel de Guillaume de Bernuy, ou hôtel de Buet (1540-1544, Nicolas Bachelier).
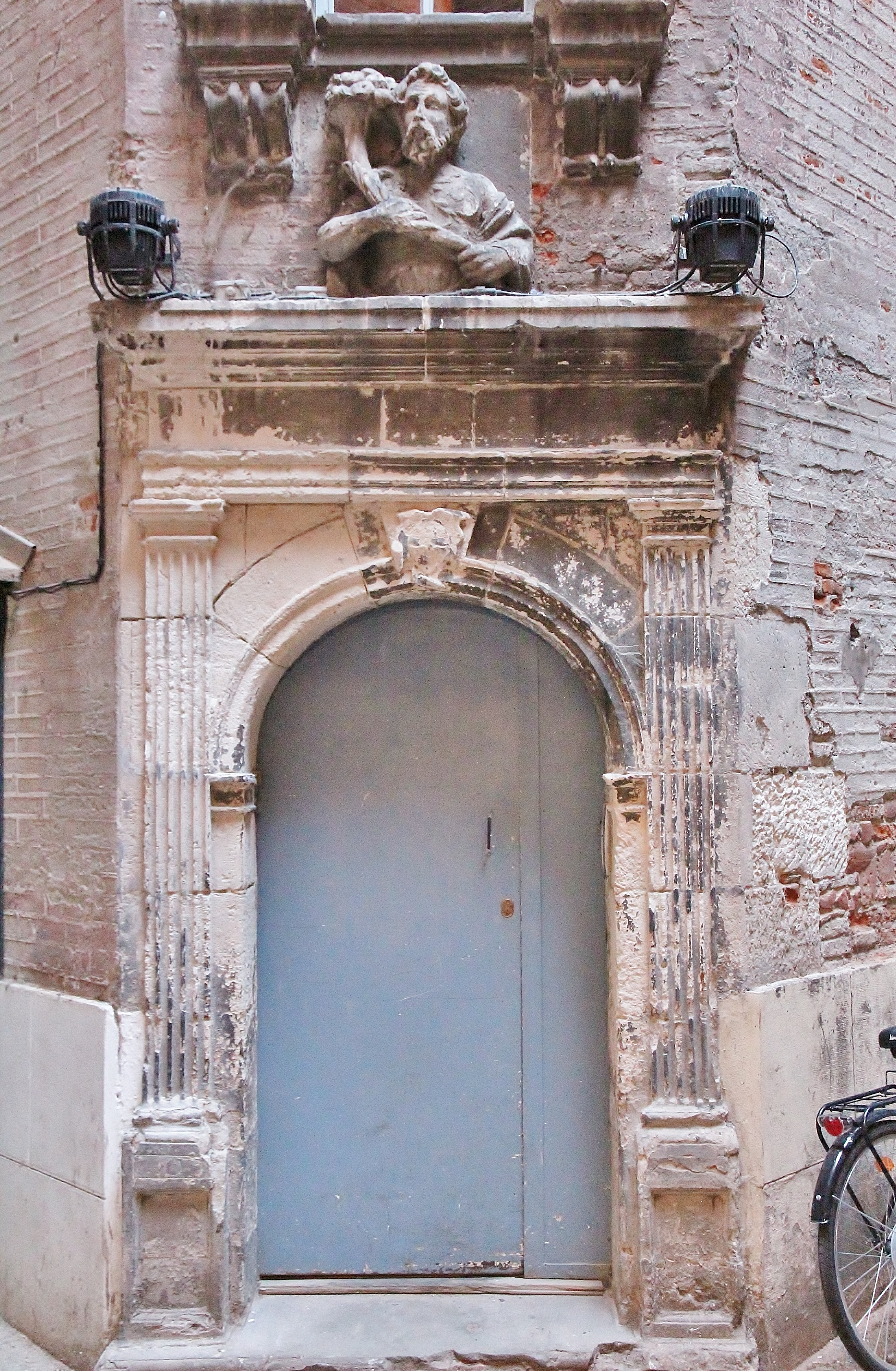
Porte de la tour d'escalier de l'hôtel de Brucelles (1544).
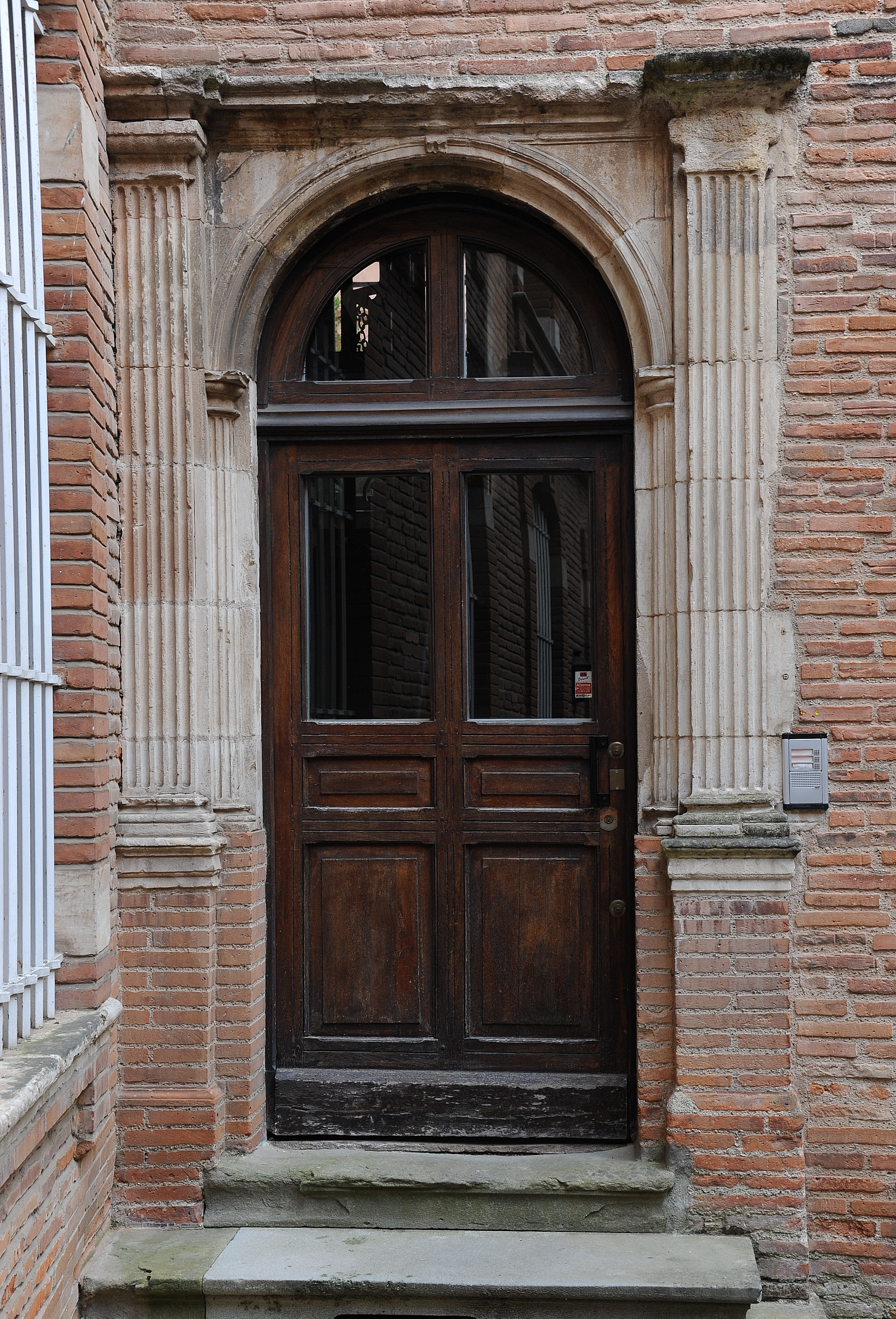
Porte dans la cour de l'hôtel de Catel.
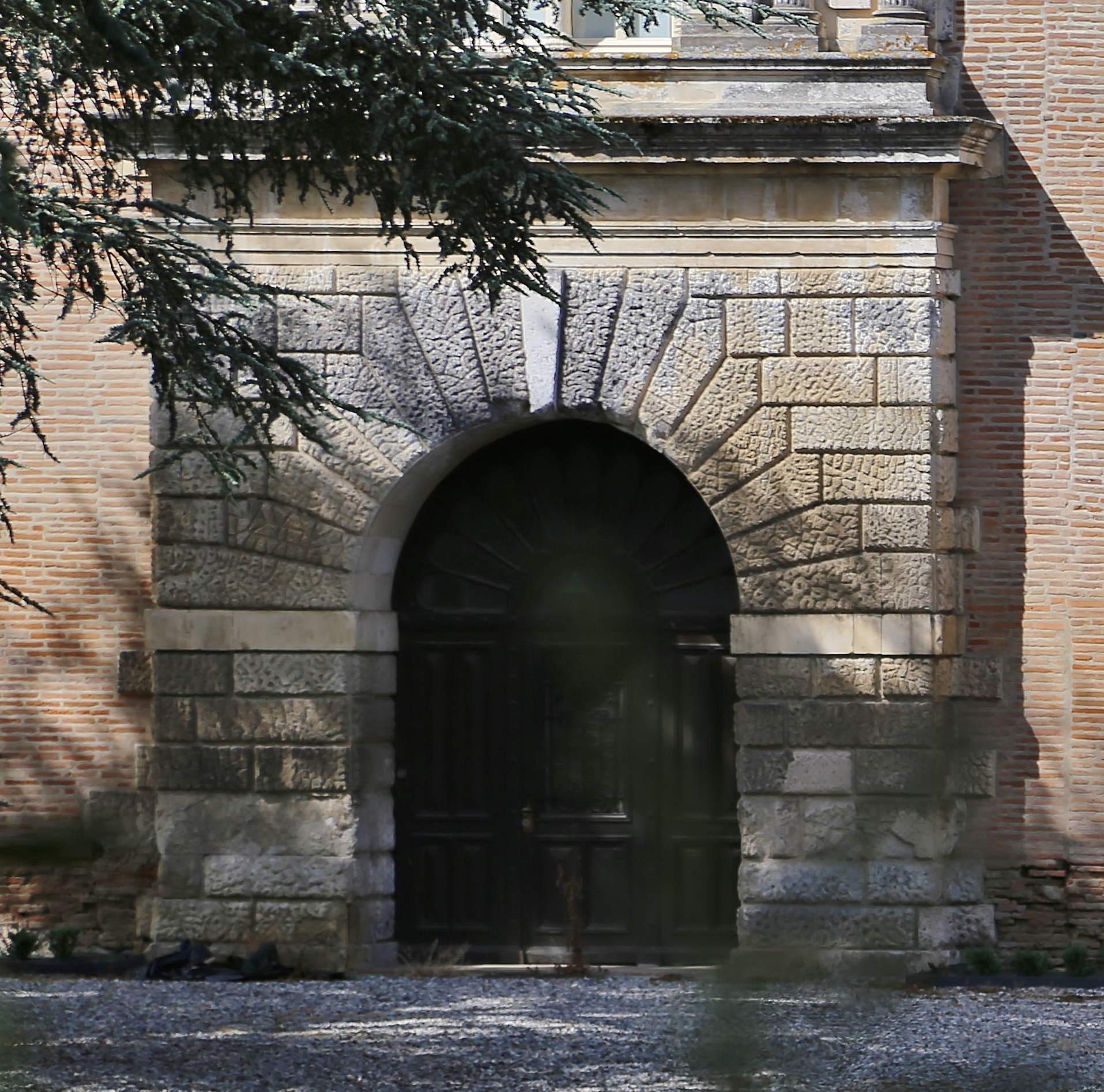
Porte de la façade est du château de Saint-Jory (1545, Nicolas Bachelier).
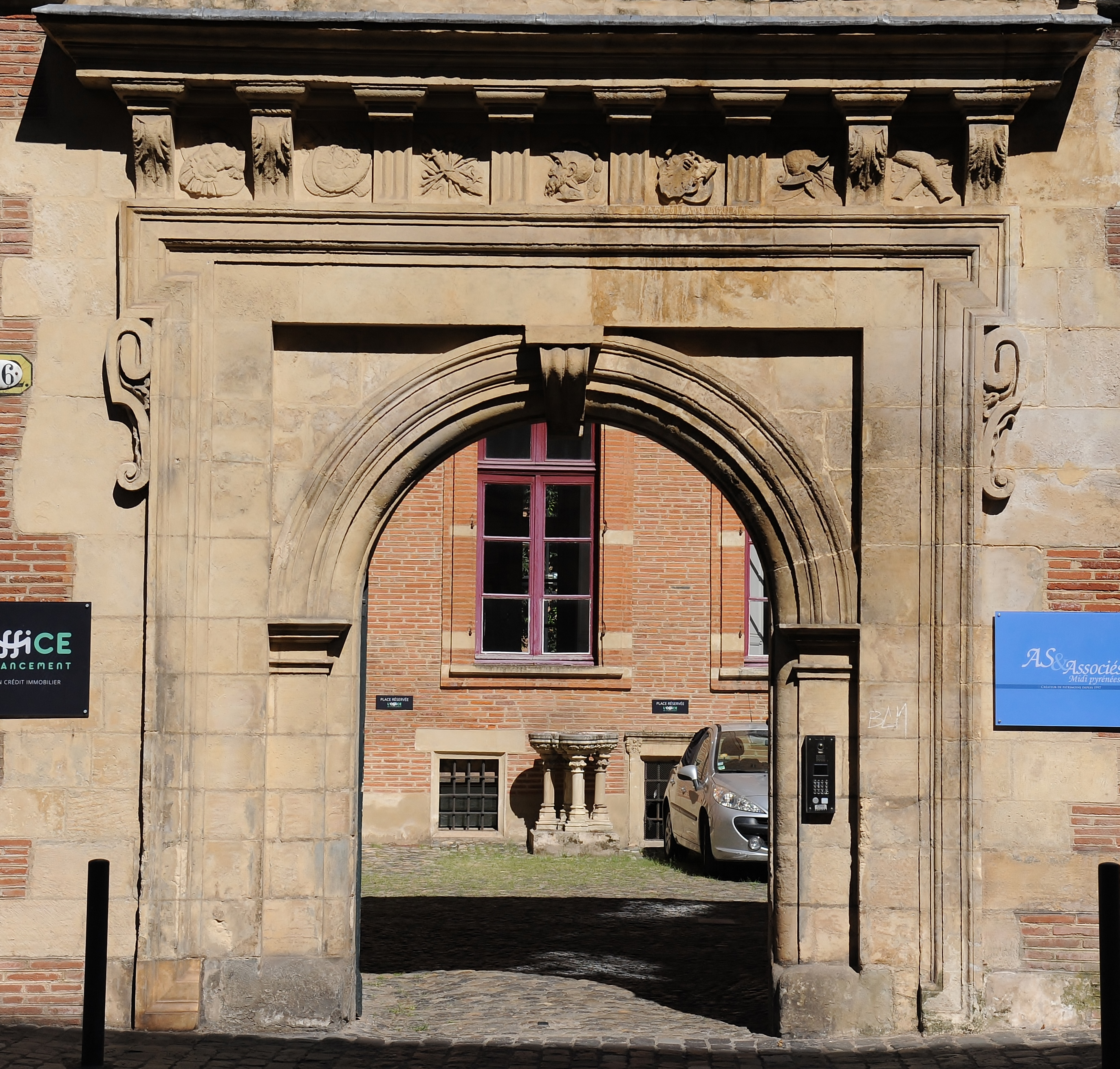
Portail d'entrée de l'hôtel du Vieux-Raisin (à partir de 1547), avec une belle frise de métopes.
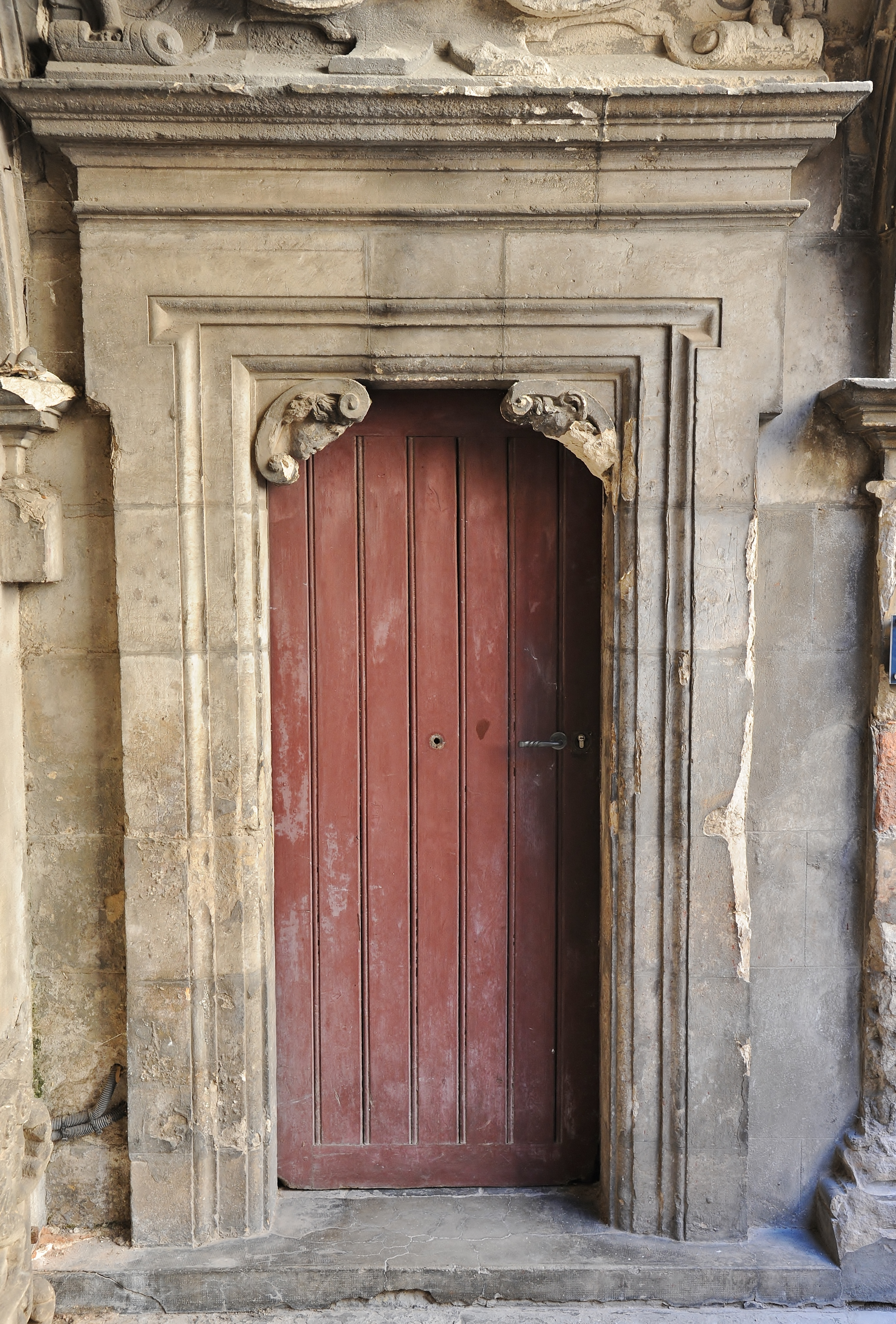
Porte sous le portique de l'hôtel du Vieux-Raisin.
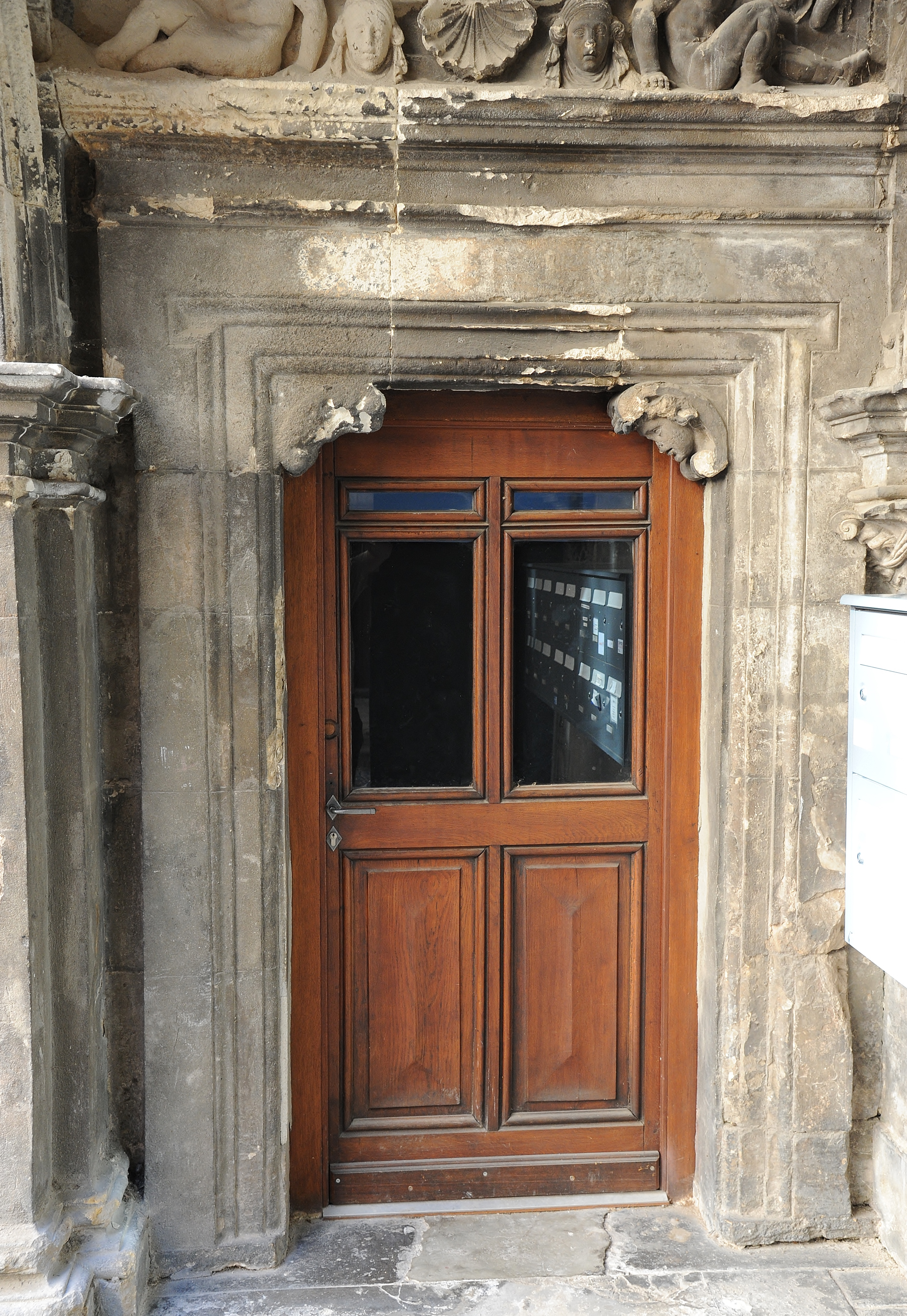
Porte sous le portique de l'hôtel du Vieux-Raisin.
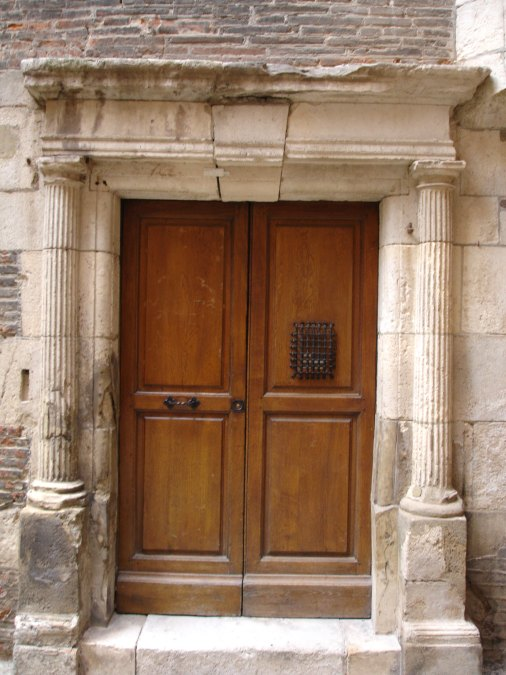
Porte de la tour de l'hôtel de Mansencal.
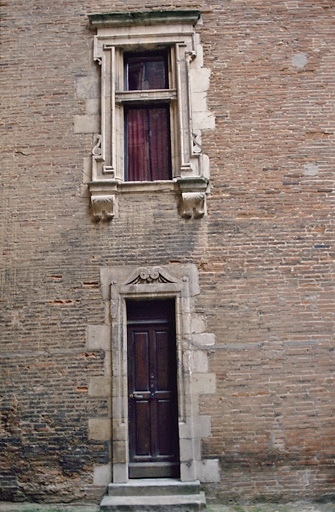
Porte dans la cour de l'hôtel de Mansencal.
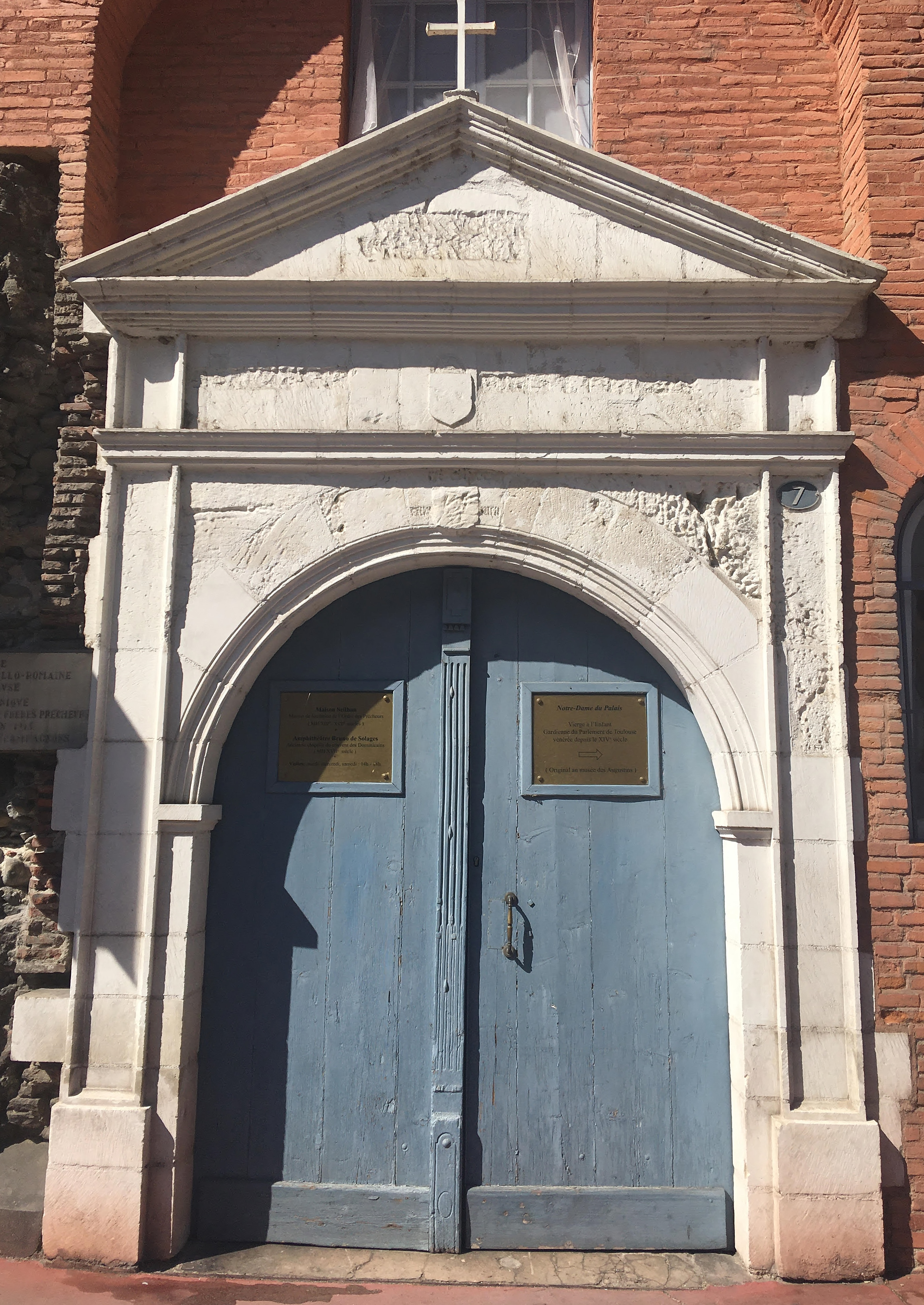
Porte de la Maison Seilhan (1551, Laurent Clary).
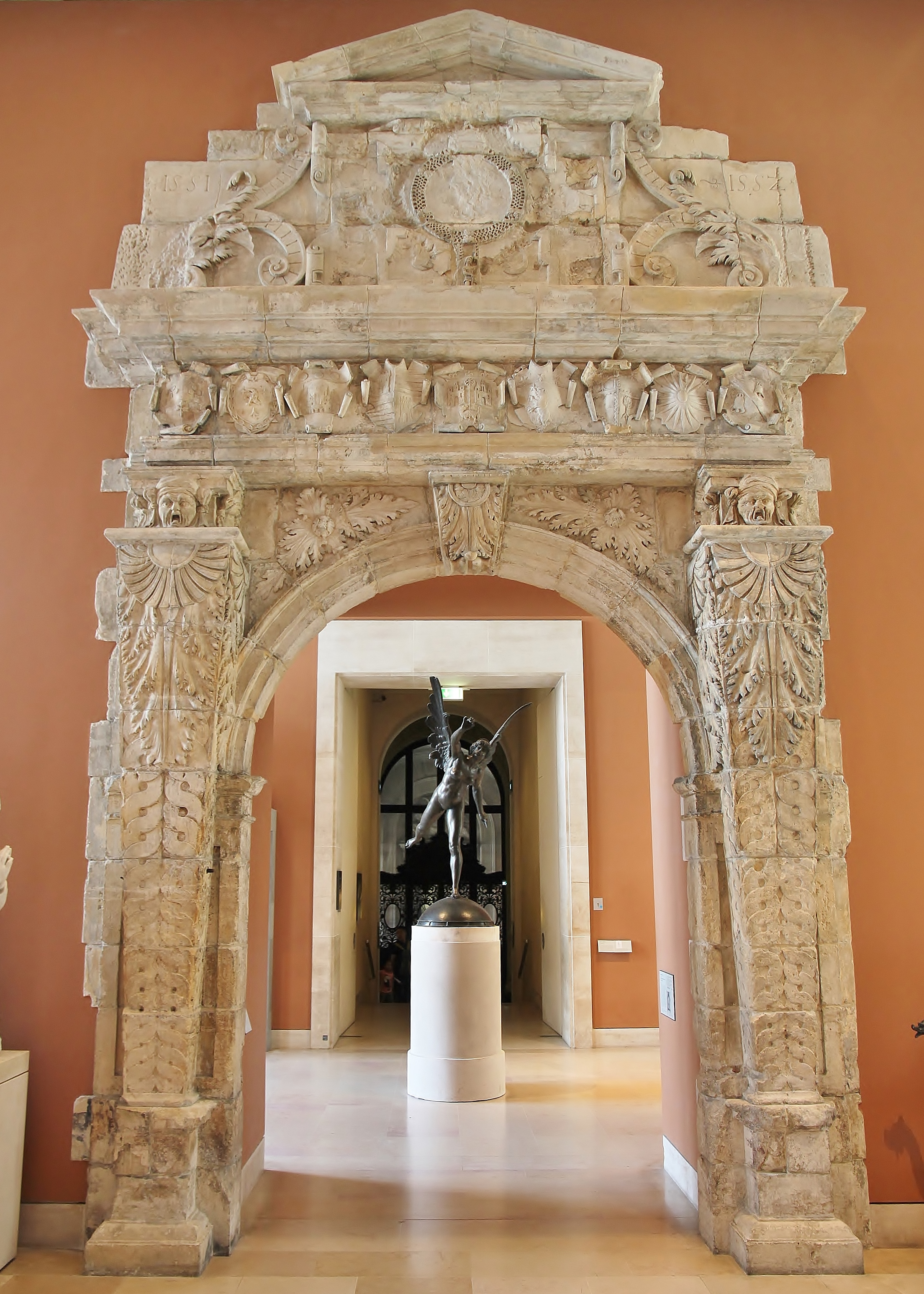
Cette porte de l'ancien Capitole fut réalisée en 1552-1553 par Guiraud Mellot à la demande des capitouls, elle constituait l'entrée de la salle du Grand Consistoire du Capitole. Elle est aujourd'hui visible au musée du Louvre à Paris.
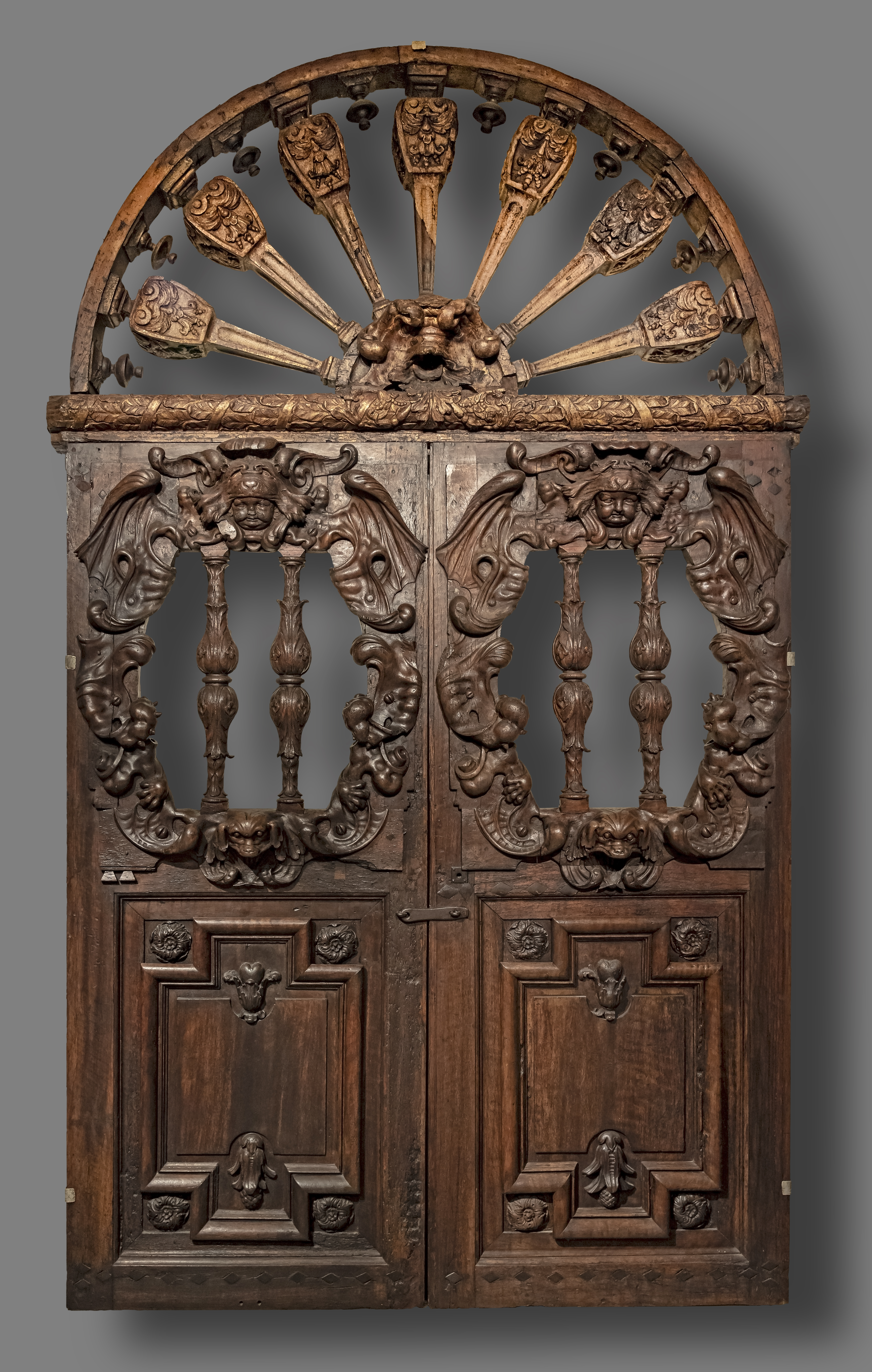
Ces vantaux de bois sculpté accompagnaient la porte du Grand Consistoire (1553 - photo précédente), ils sont visibles au musée Paul Dupuy.
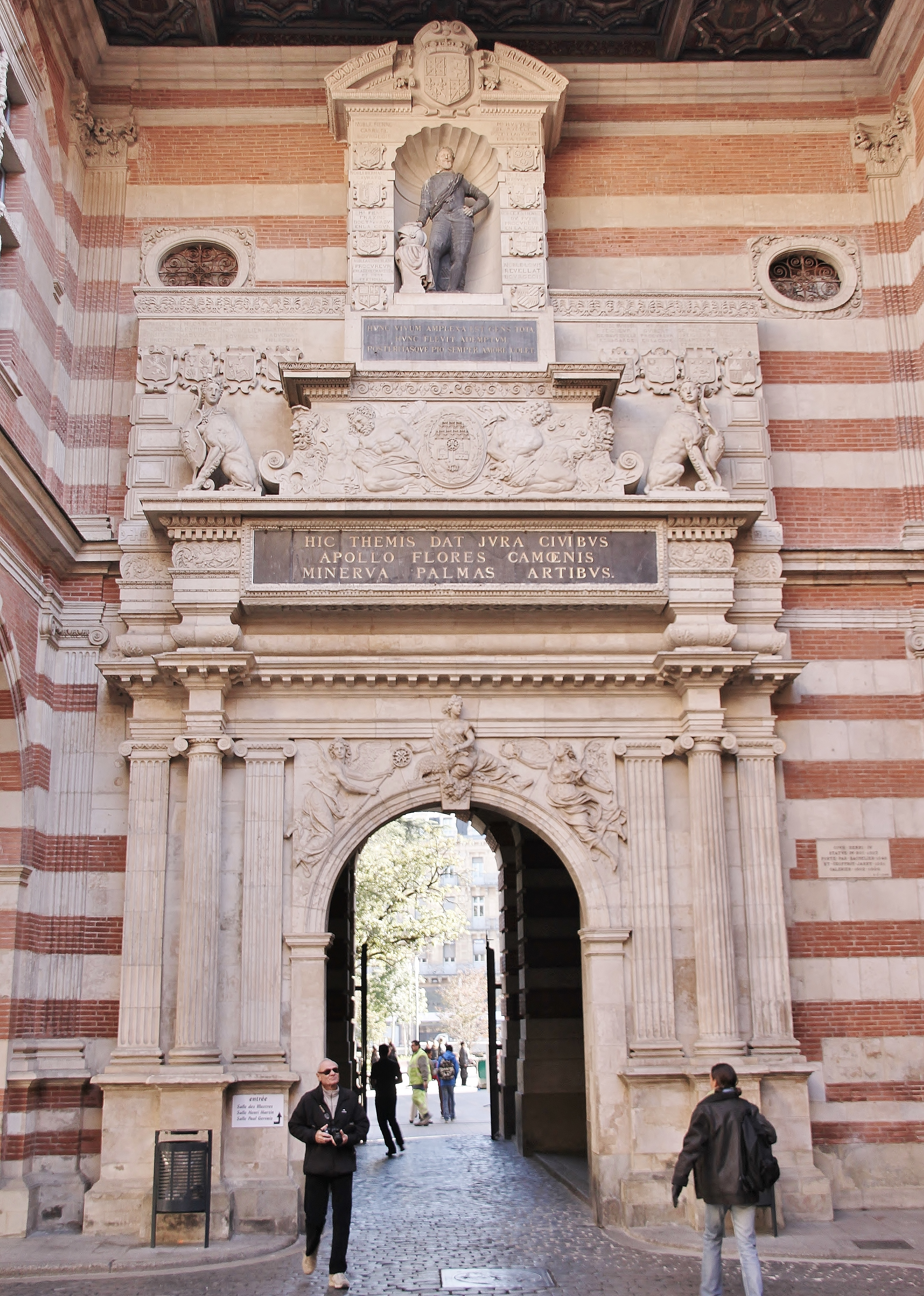
Le portail triomphal de la cour Henri IV du Capitole (dates de construction de ses trois parties : 1546, 1561 et 1607).
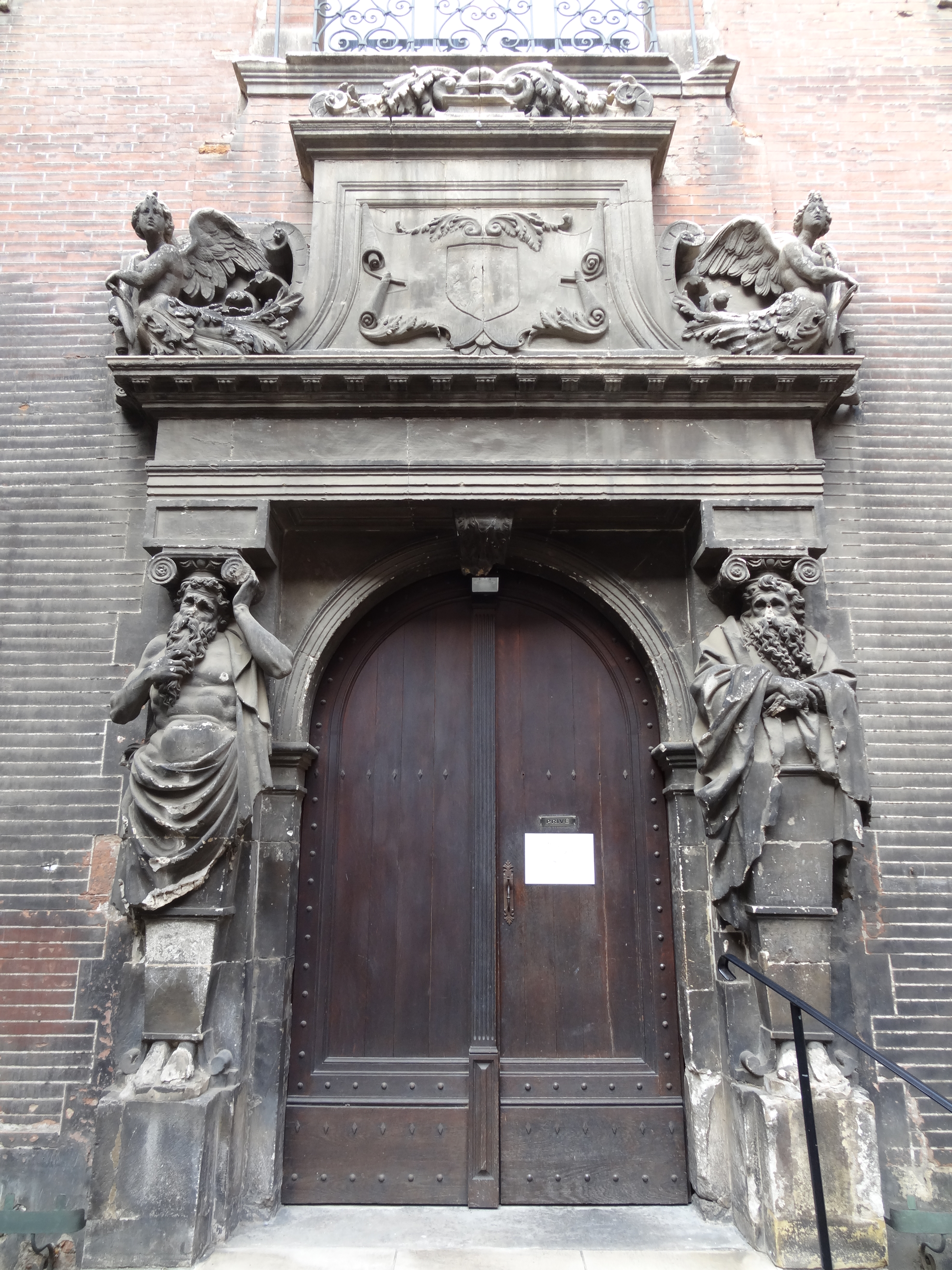
Portail aux atlantes dans la cour de l'hôtel de Bagis (années 1550 ?).
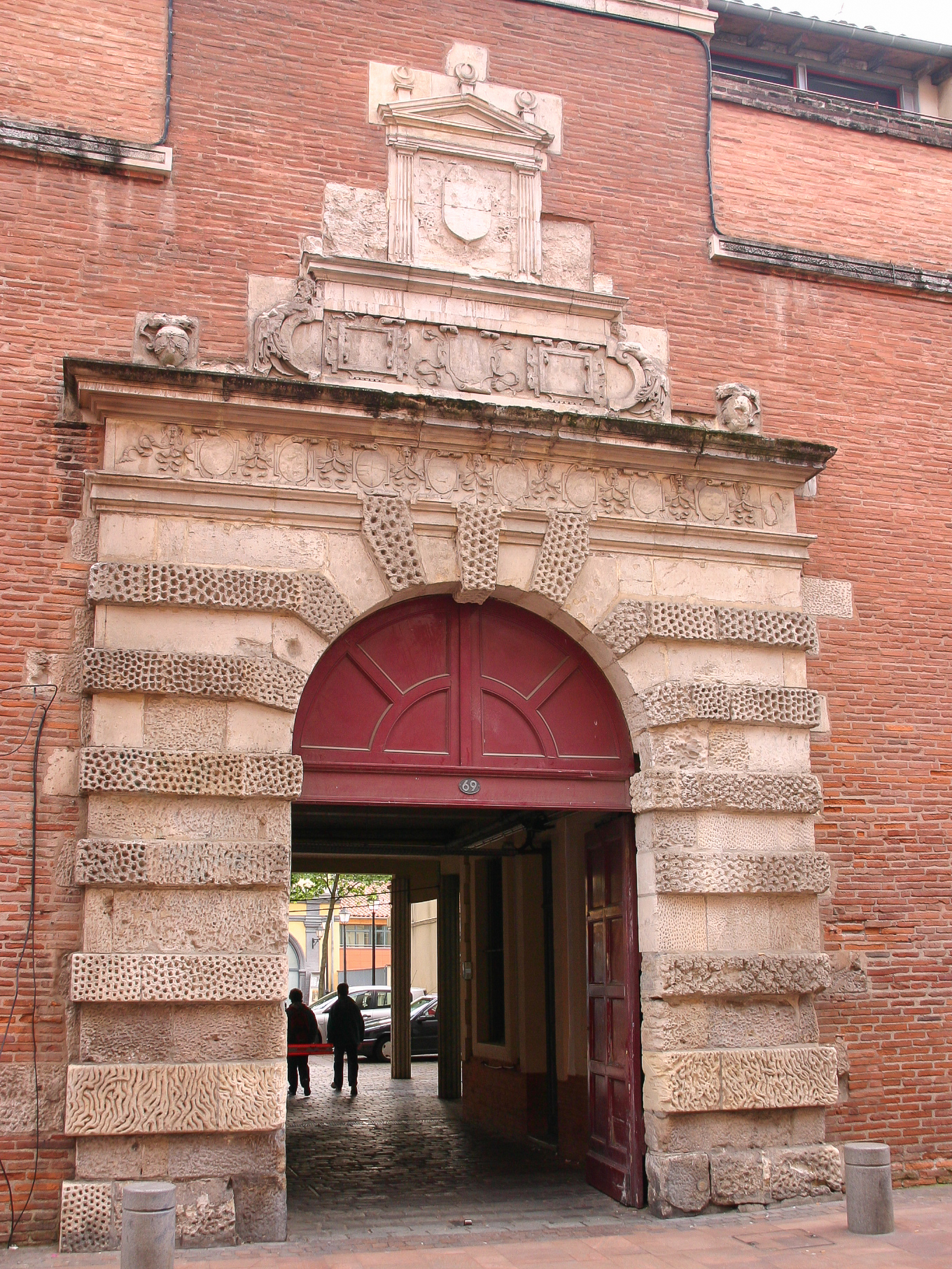
Le portail de l'ancien collège de l'Esquile est l’œuvre de Nicolas Bachelier (1556).
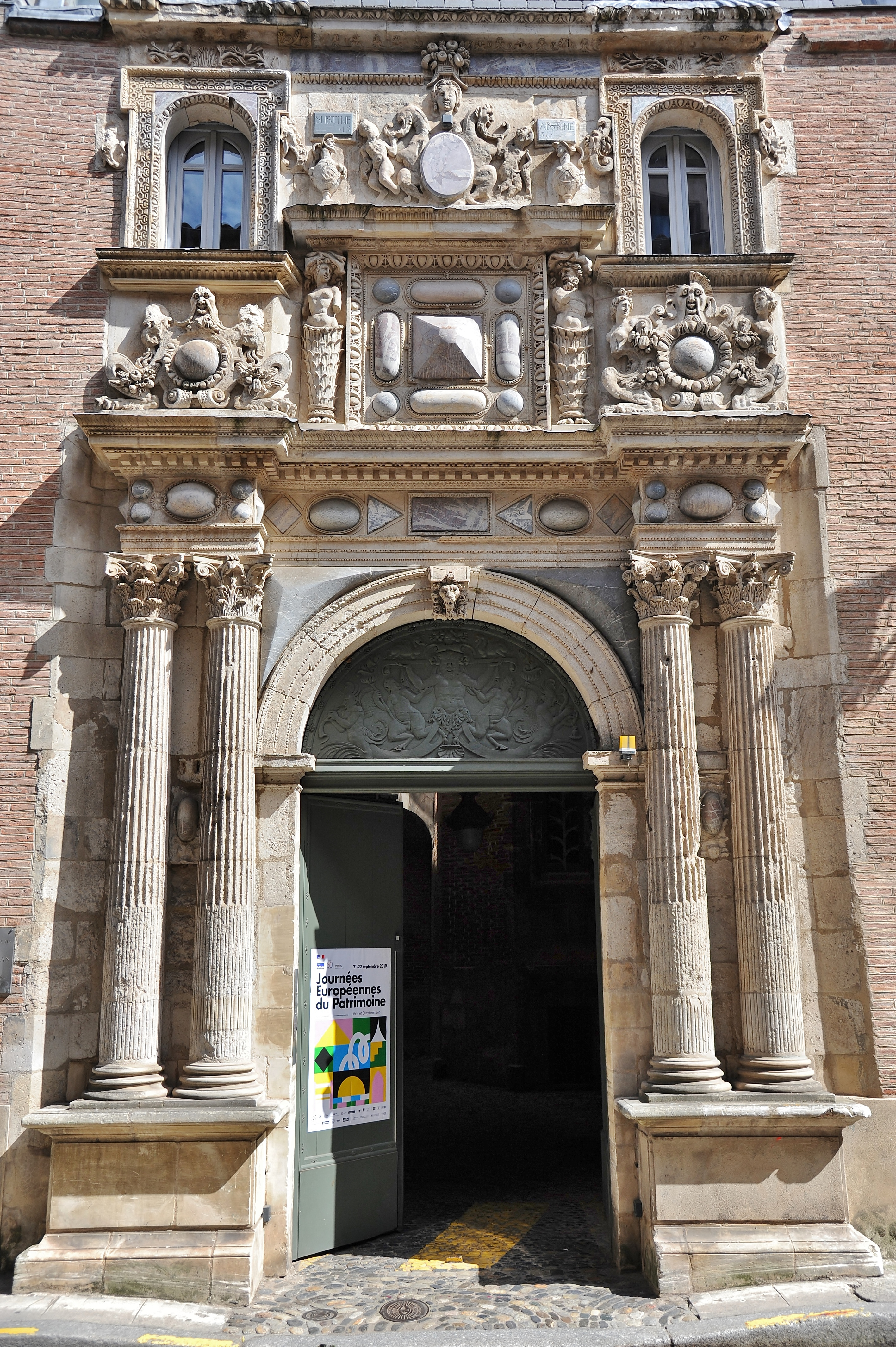
Portail de l'hôtel Molinier (ou hôtel de Felzins), 1556.
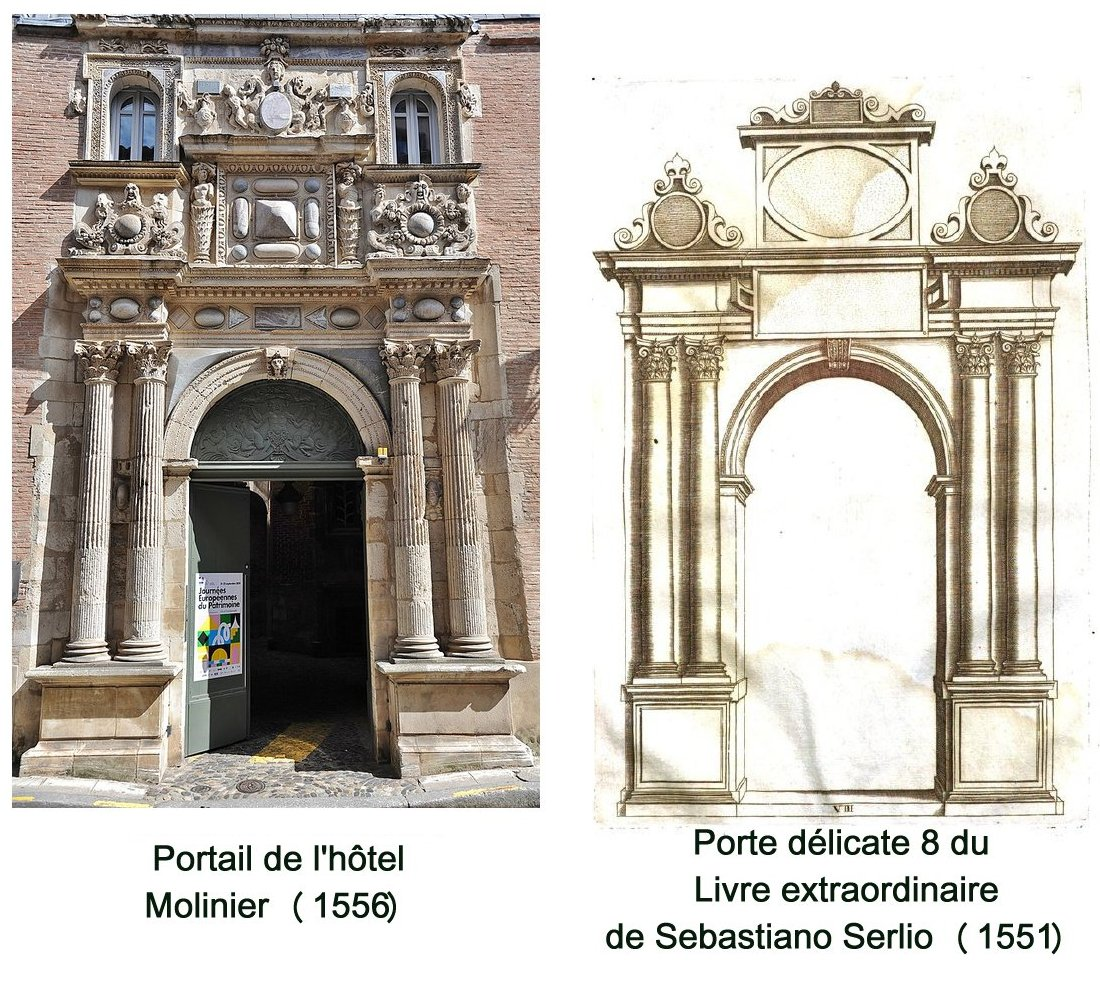
Le portail de l'hôtel Molinier s'inspire d'une gravure du Livre extraordinaire de Sebastiano Serlio.
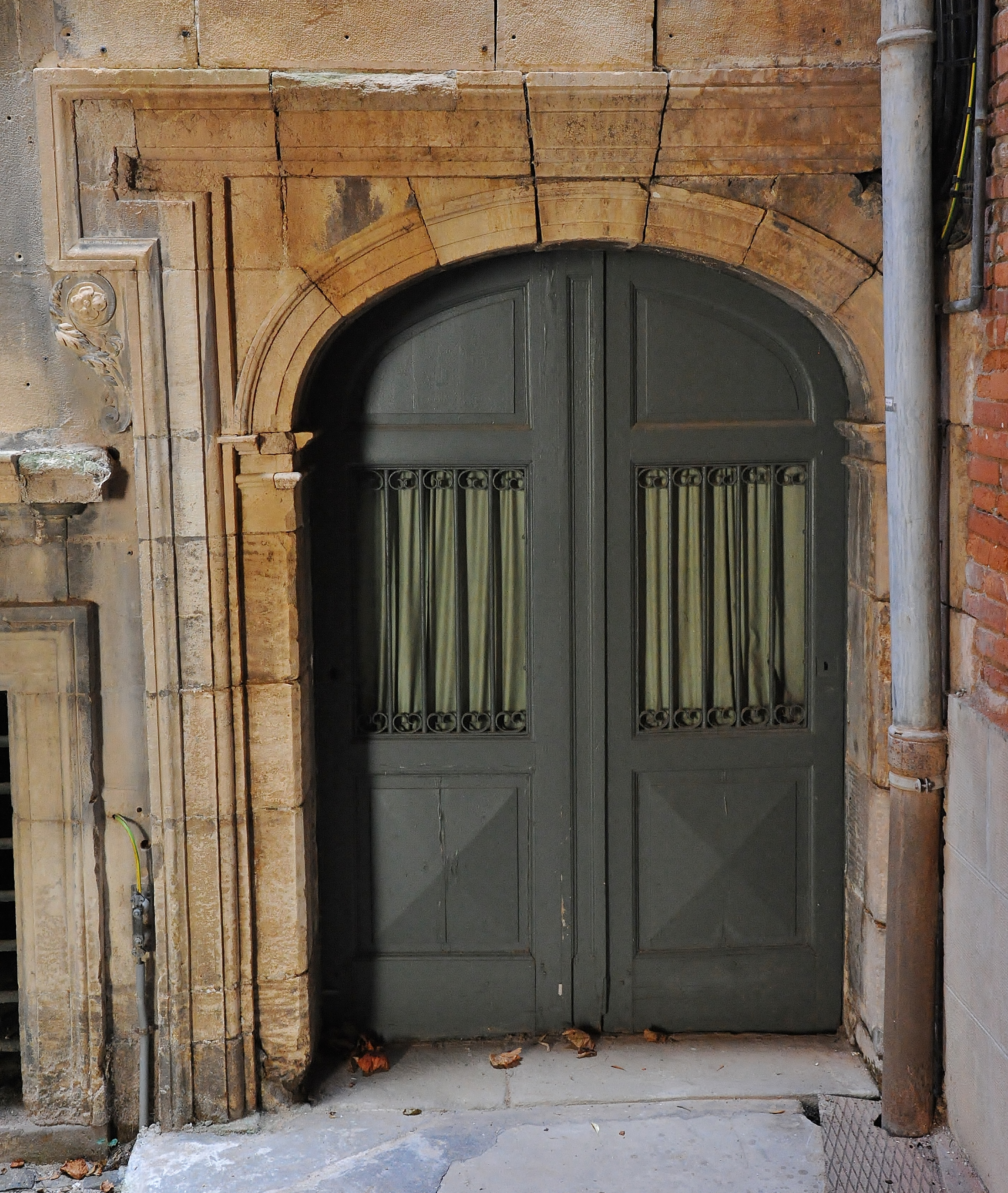
Petite porte à l'hôtel Molinier (ou hôtel de Felzins).
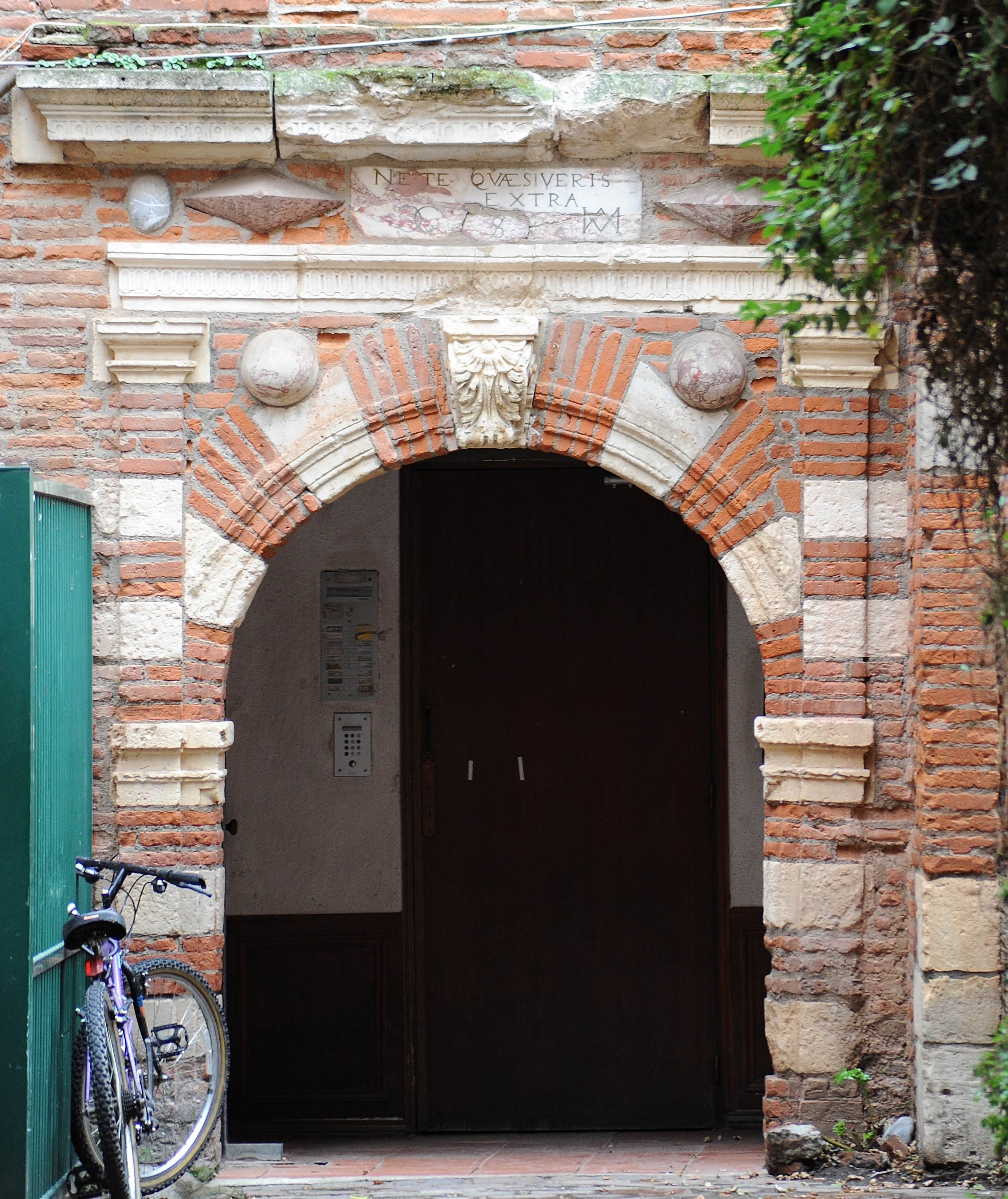
Porte de l'hôtel d'Aymès (seconde moitié du XVIe siècle).
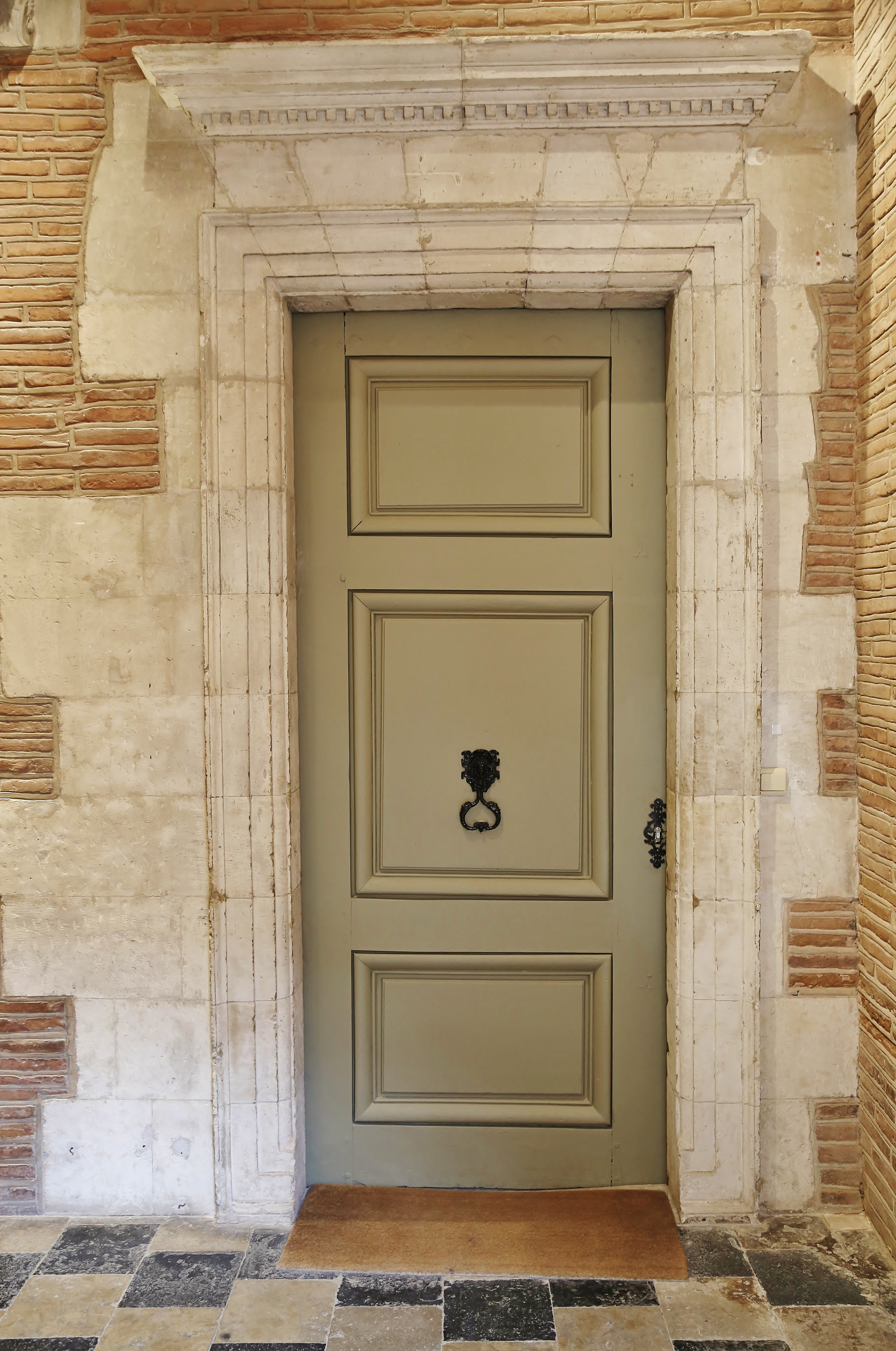
Porte intérieure de l'hôtel d'Assézat (1555-1556, Nicolas Bachelier).
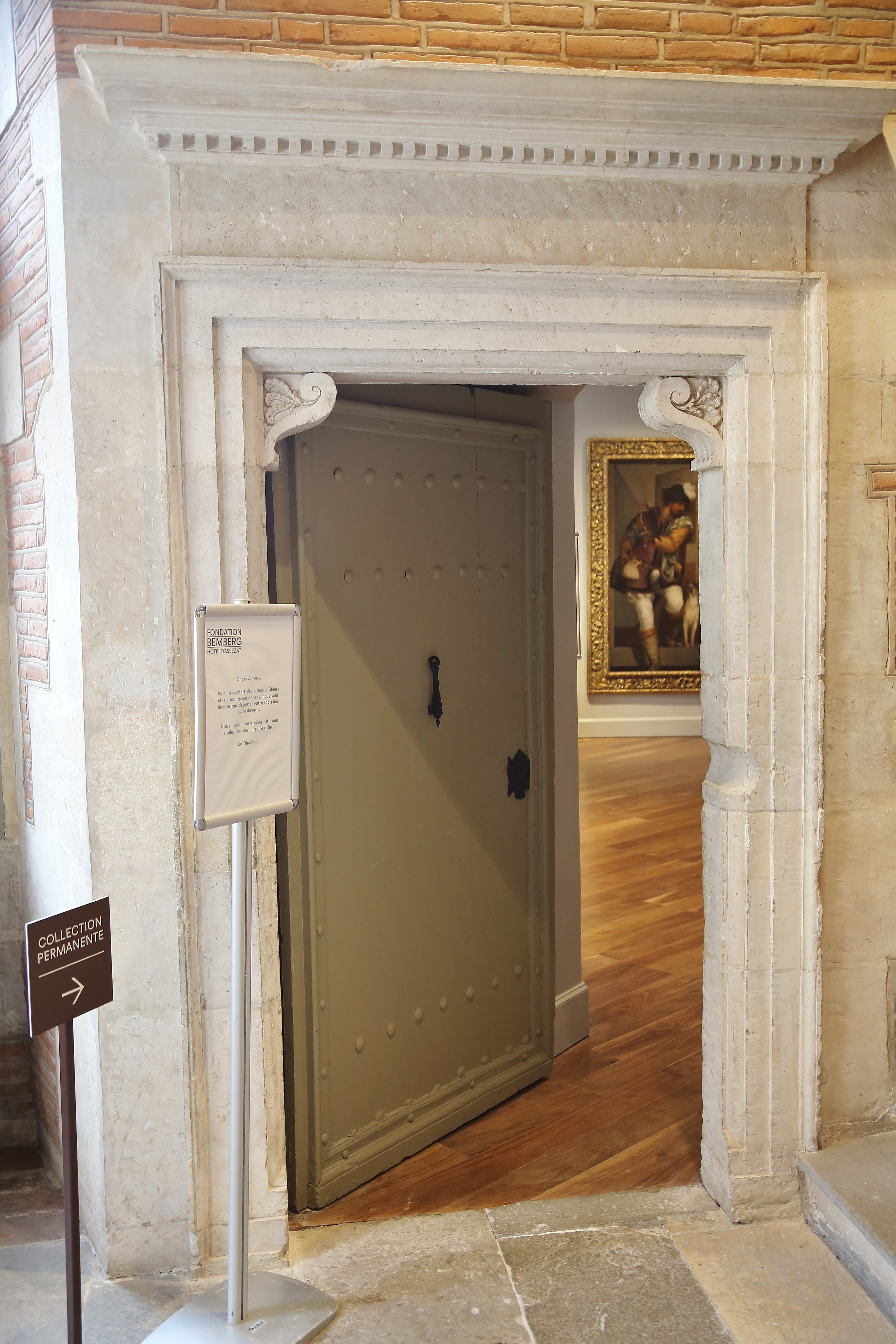
Porte intérieure de l'hôtel d'Assézat (1555-1556, Nicolas Bachelier).
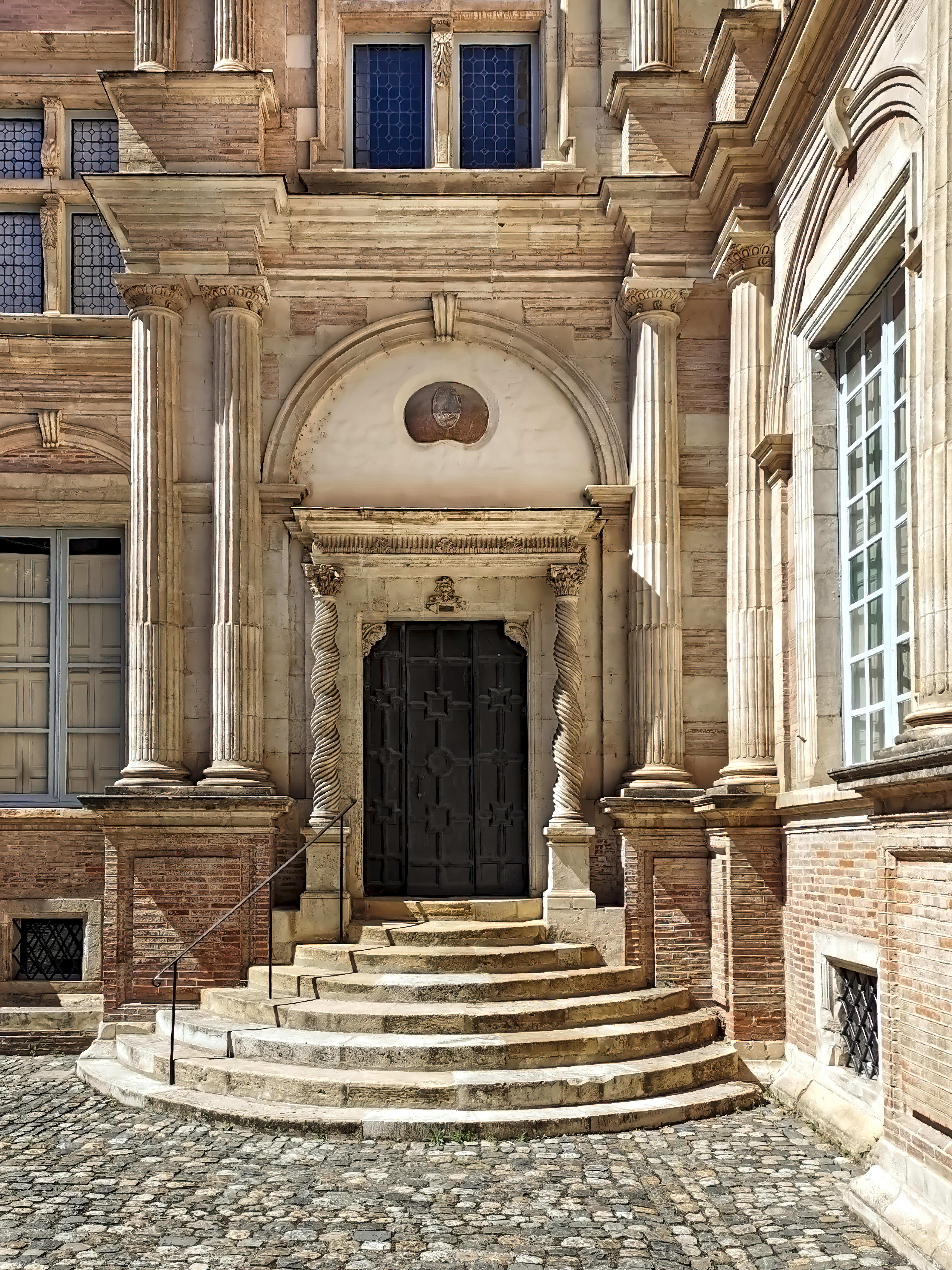
La porte de la tour d'escalier de l'hôtel d'Assézat (1555-1556, Nicolas Bachelier).
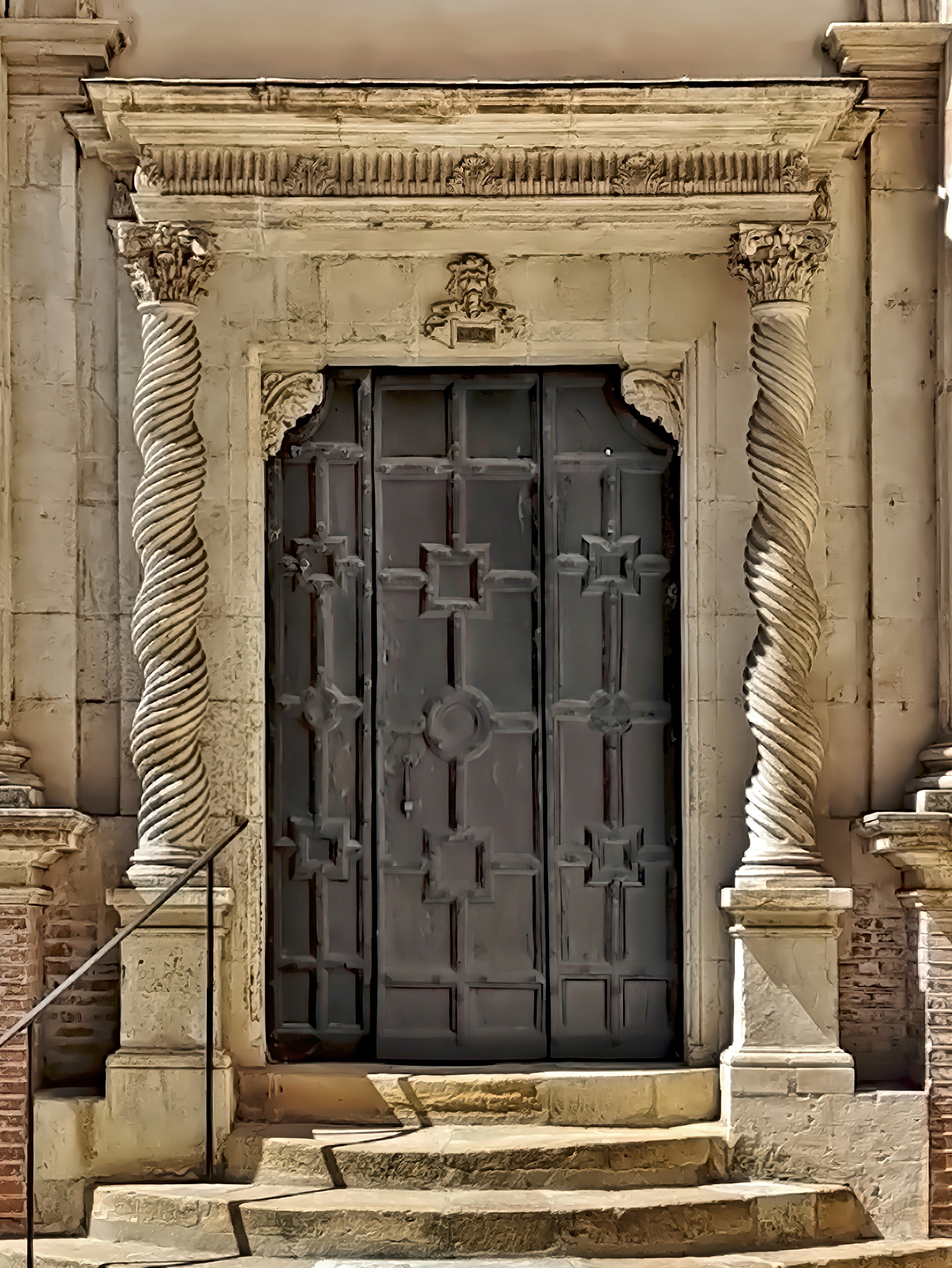
Détail de la photo précédente (porte de l'escalier d'Assézat).
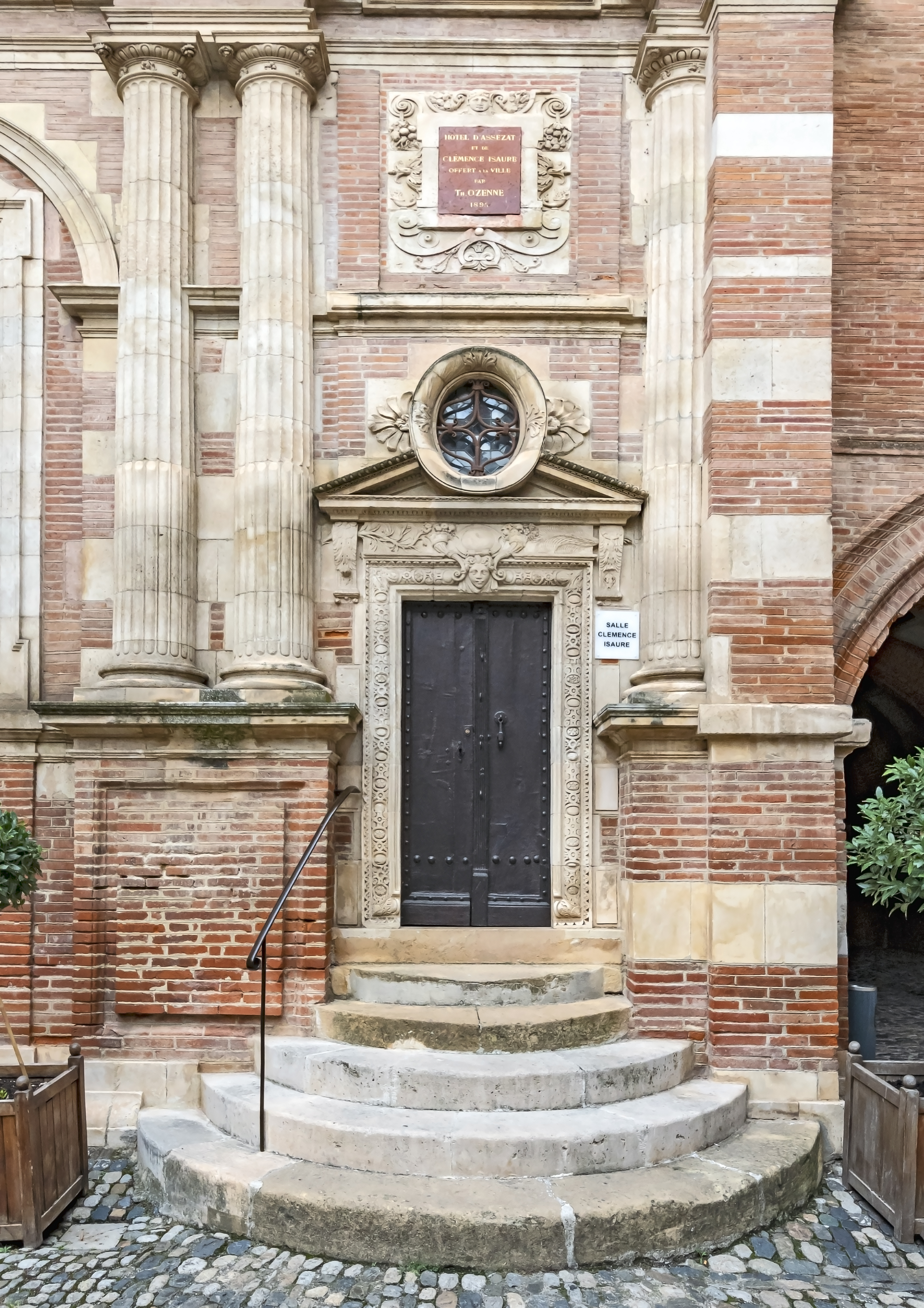
Cette porte était celle du comptoir de l'hôtel d'Assézat, aujourd'hui elle donne accès à la salle Clémence Isaure et aux locaux des sociétés savantes.
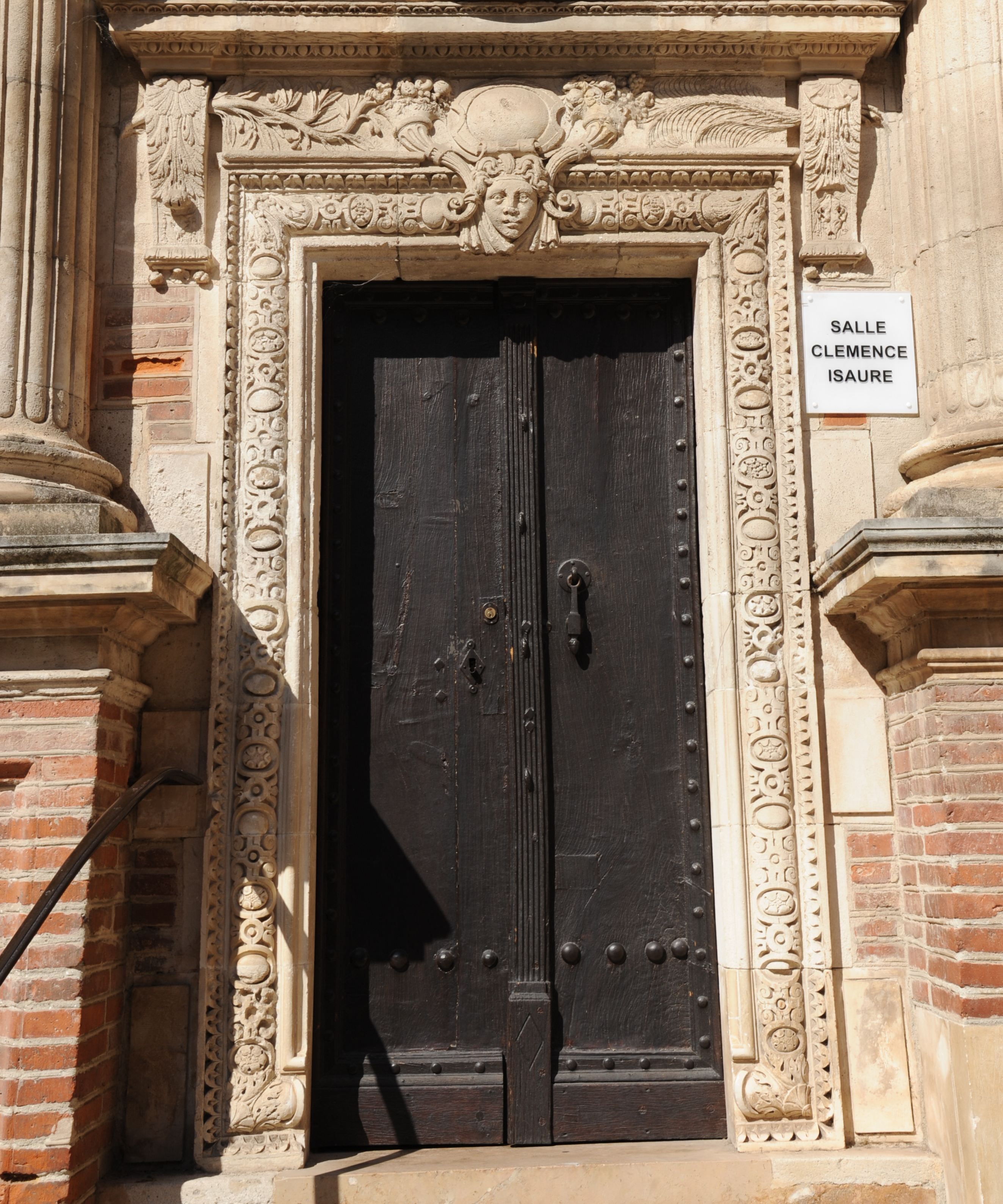
Détail de la photo précédente (porte du comptoir d'Assézat).
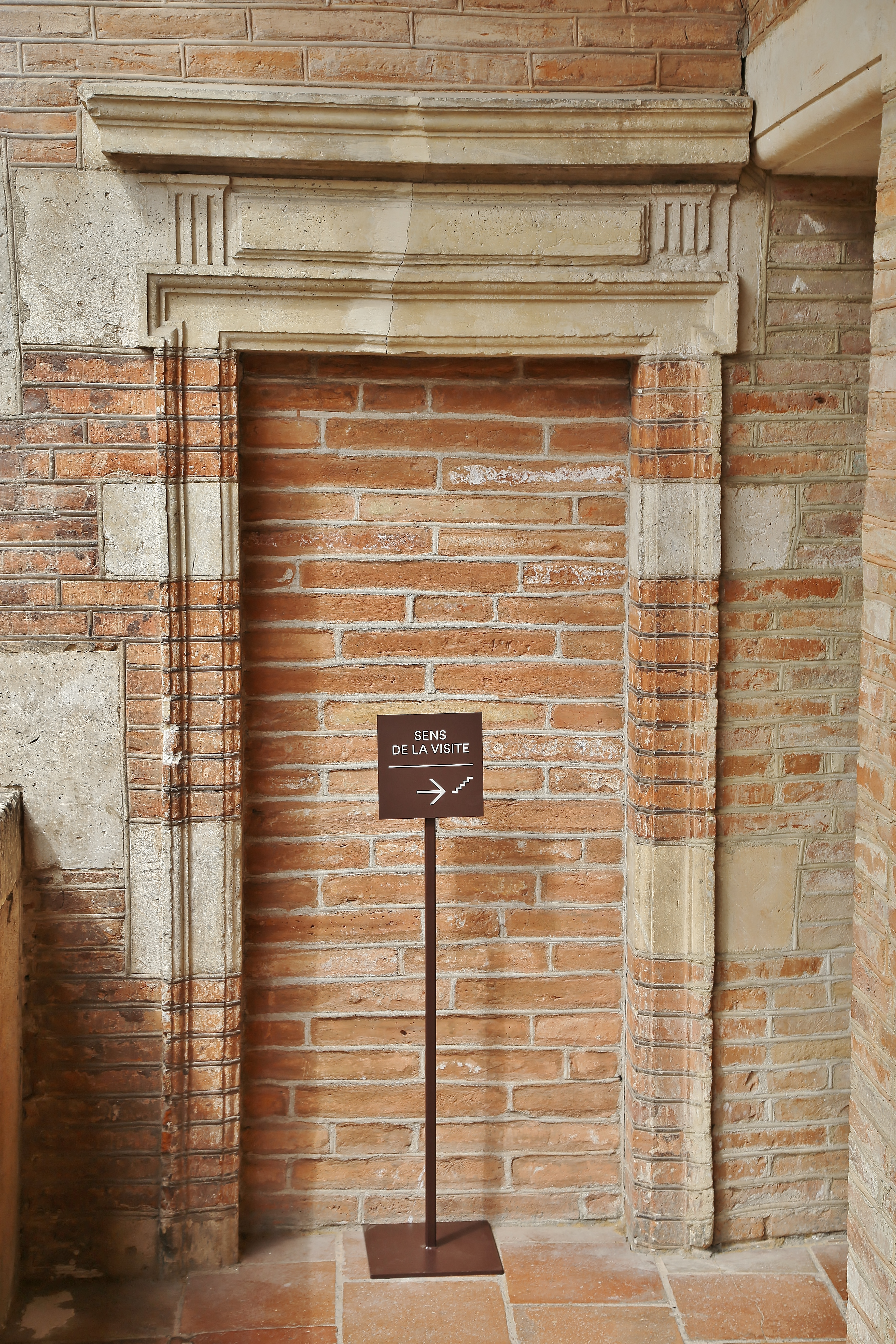
Porte murée à l'hôtel d'Assézat (1560-1562, Dominique Bachelier).
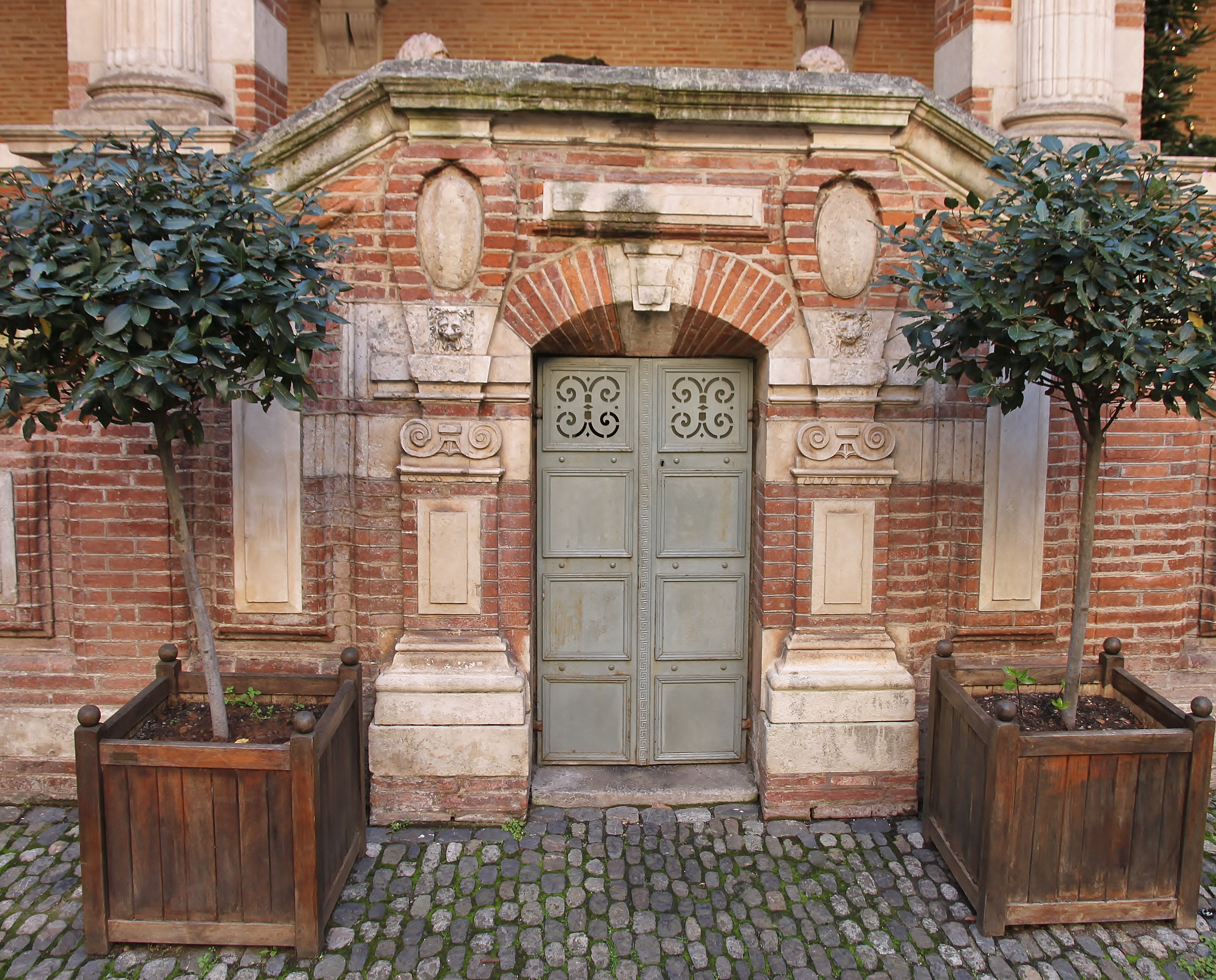
Cette petite porte ouvrant sous l'escalier de la loggia de l'hôtel d'Assézat mène aux caves semi-enterrées.
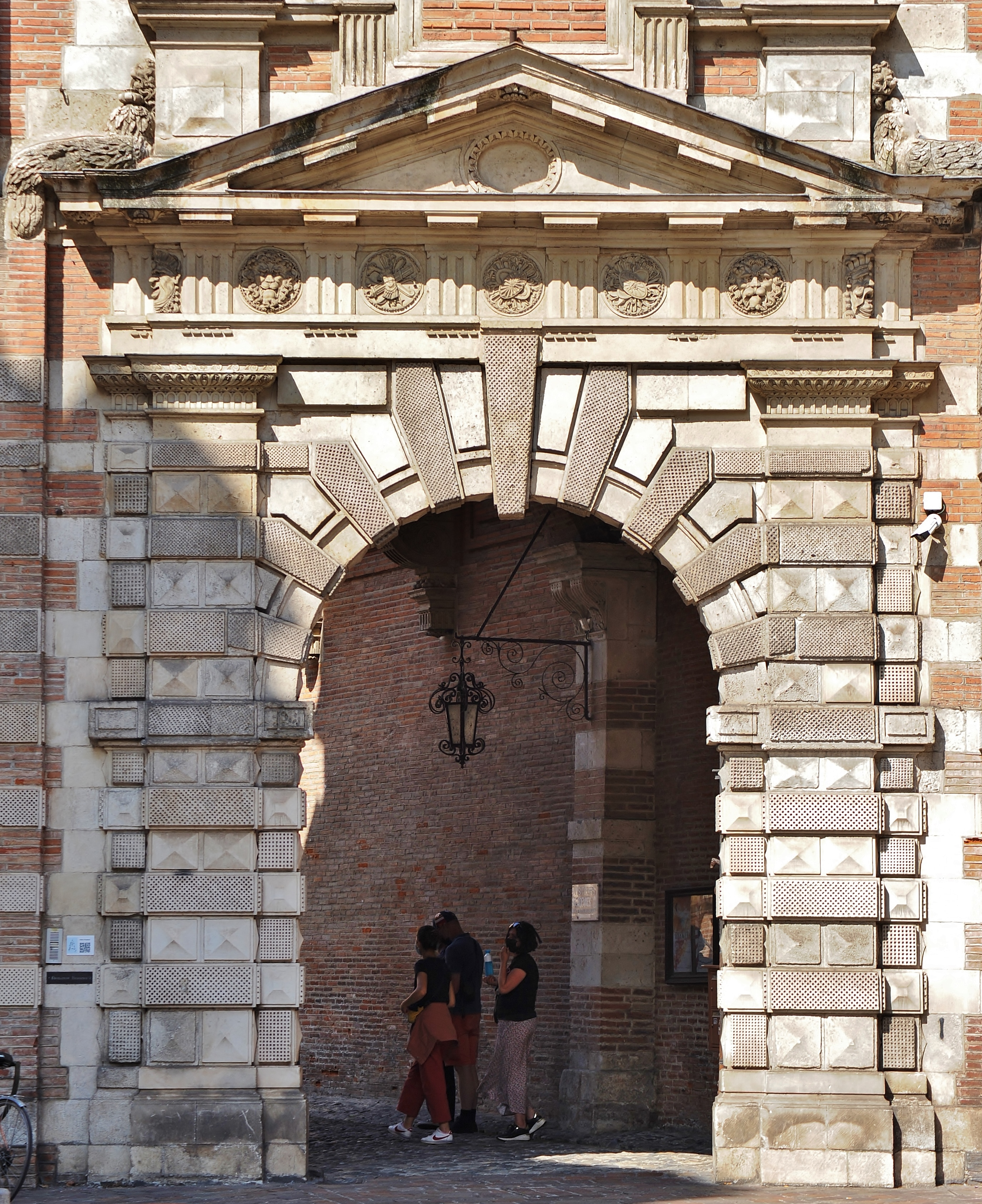
Le grand portail de l'hôtel d'Assézat est l’œuvre de Dominique Bachelier (1560-1562).
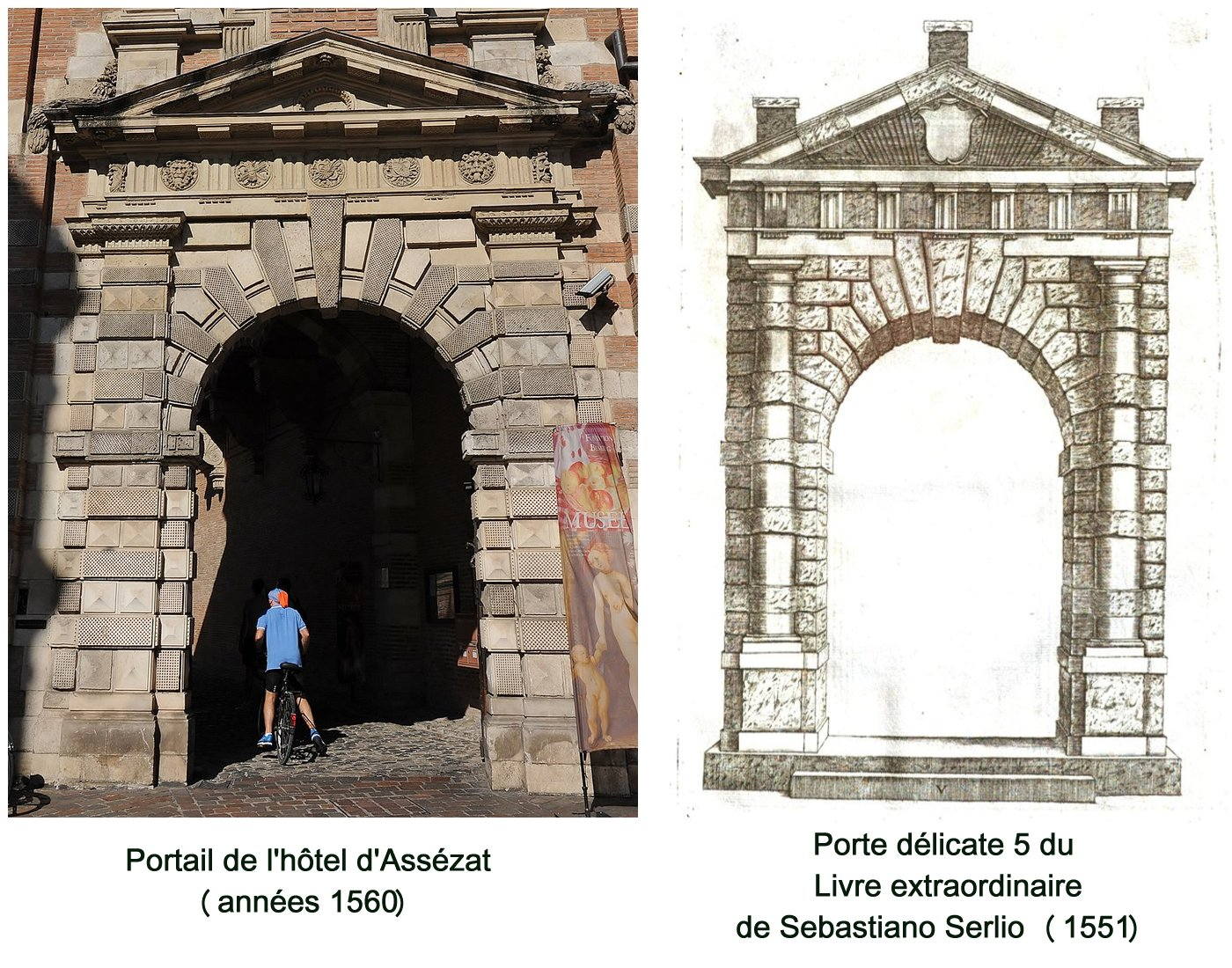
C'est la porte délicate 5 du Livre extraordinaire de Serlio qui donna le dessin général du portail de l'hôtel d'Assézat.
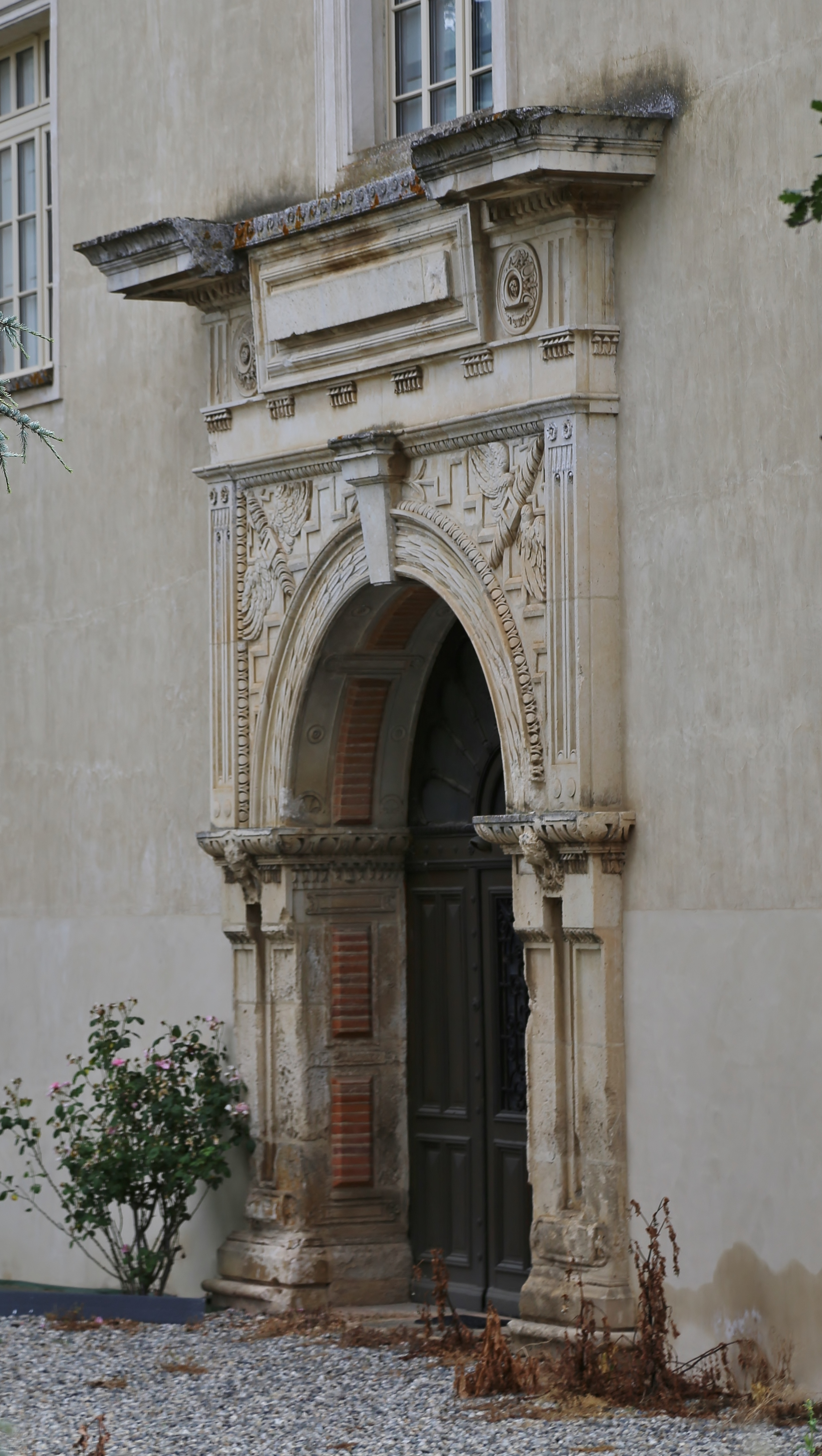
Porte de la façade ouest du château de Saint-Jory (vers 1560, Dominique Bachelier).
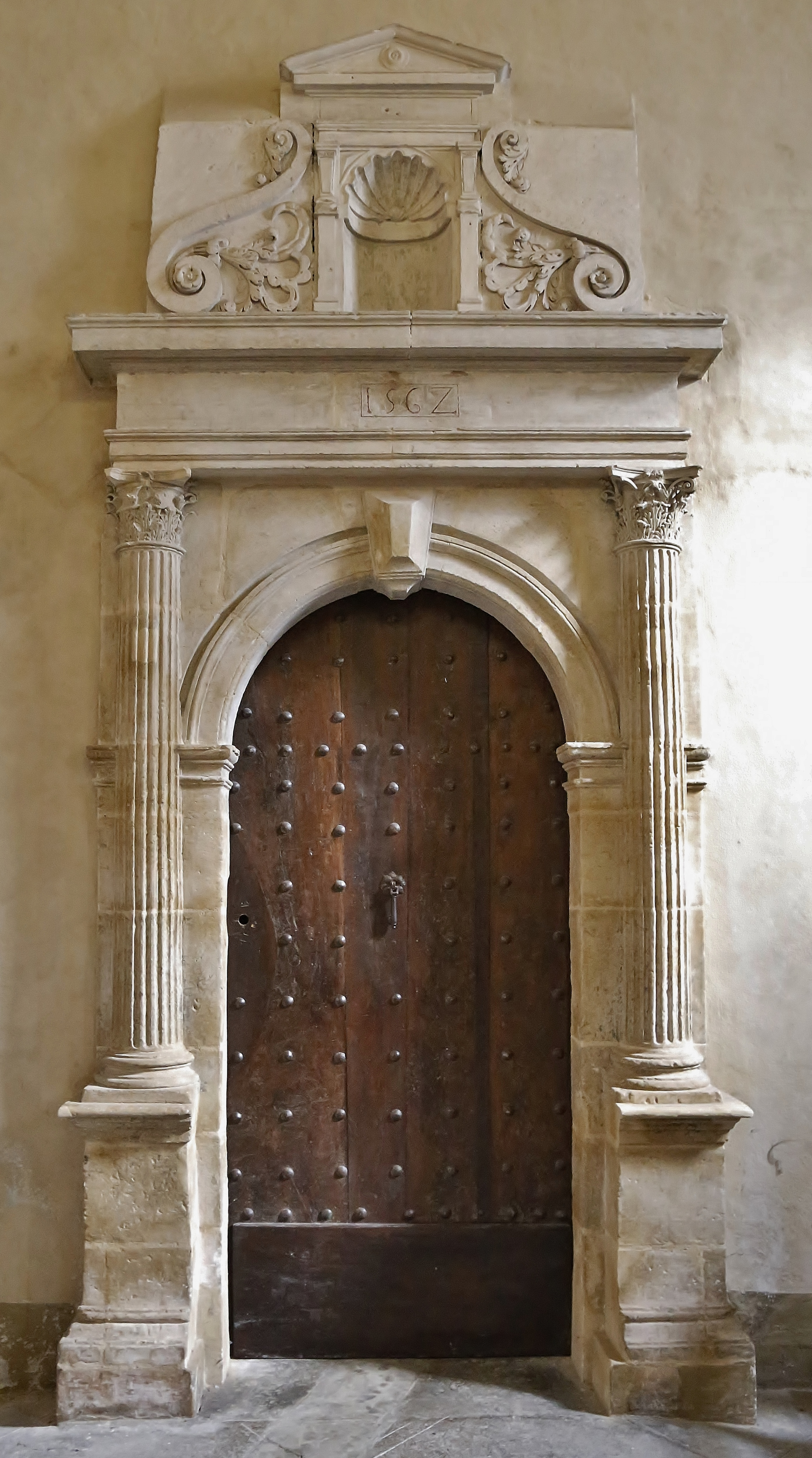
Porte intérieure de l'église Saint-Nicolas (1562).
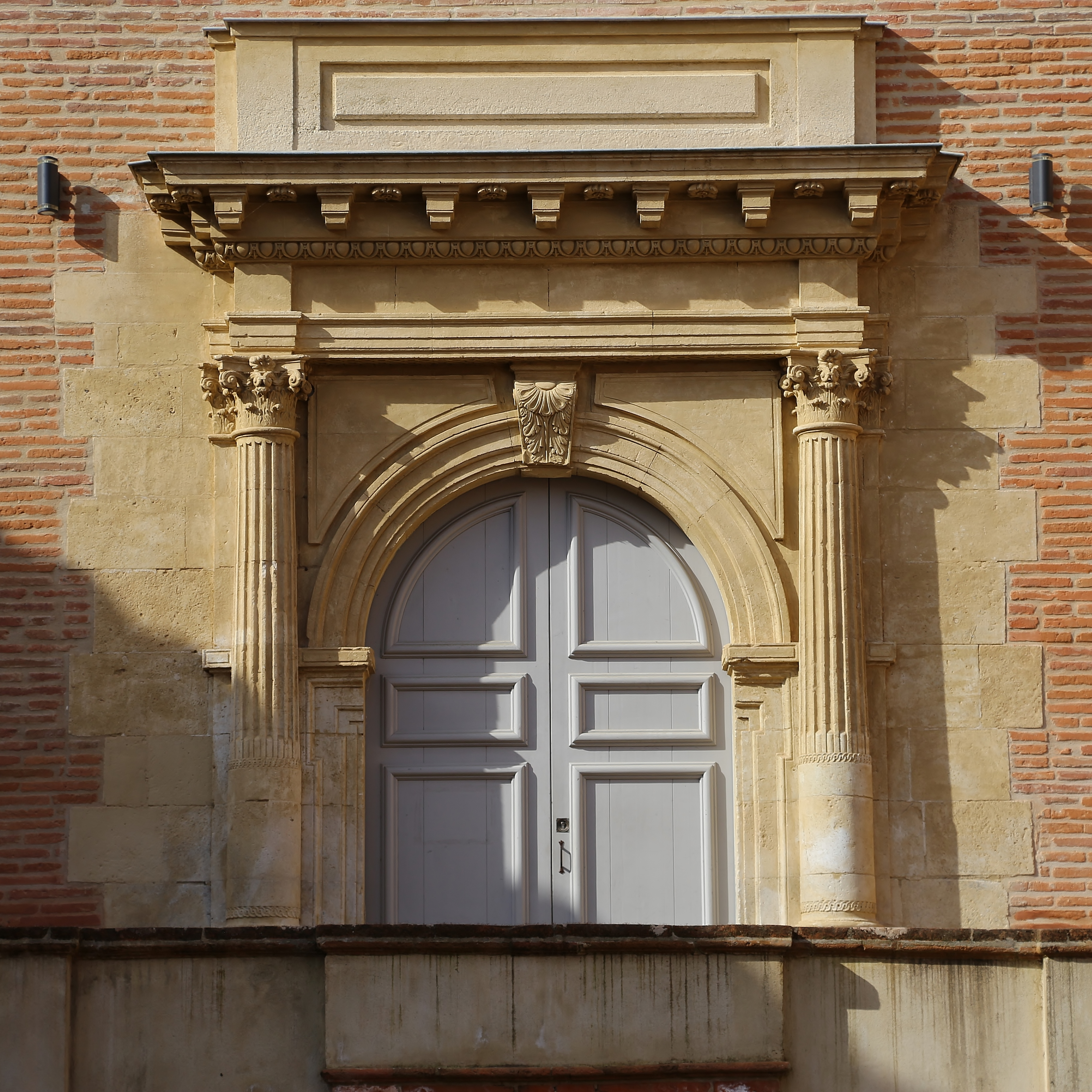
Porte du château de Lacroix-Falgarde (après 1574, Dominique Bachelier ?)
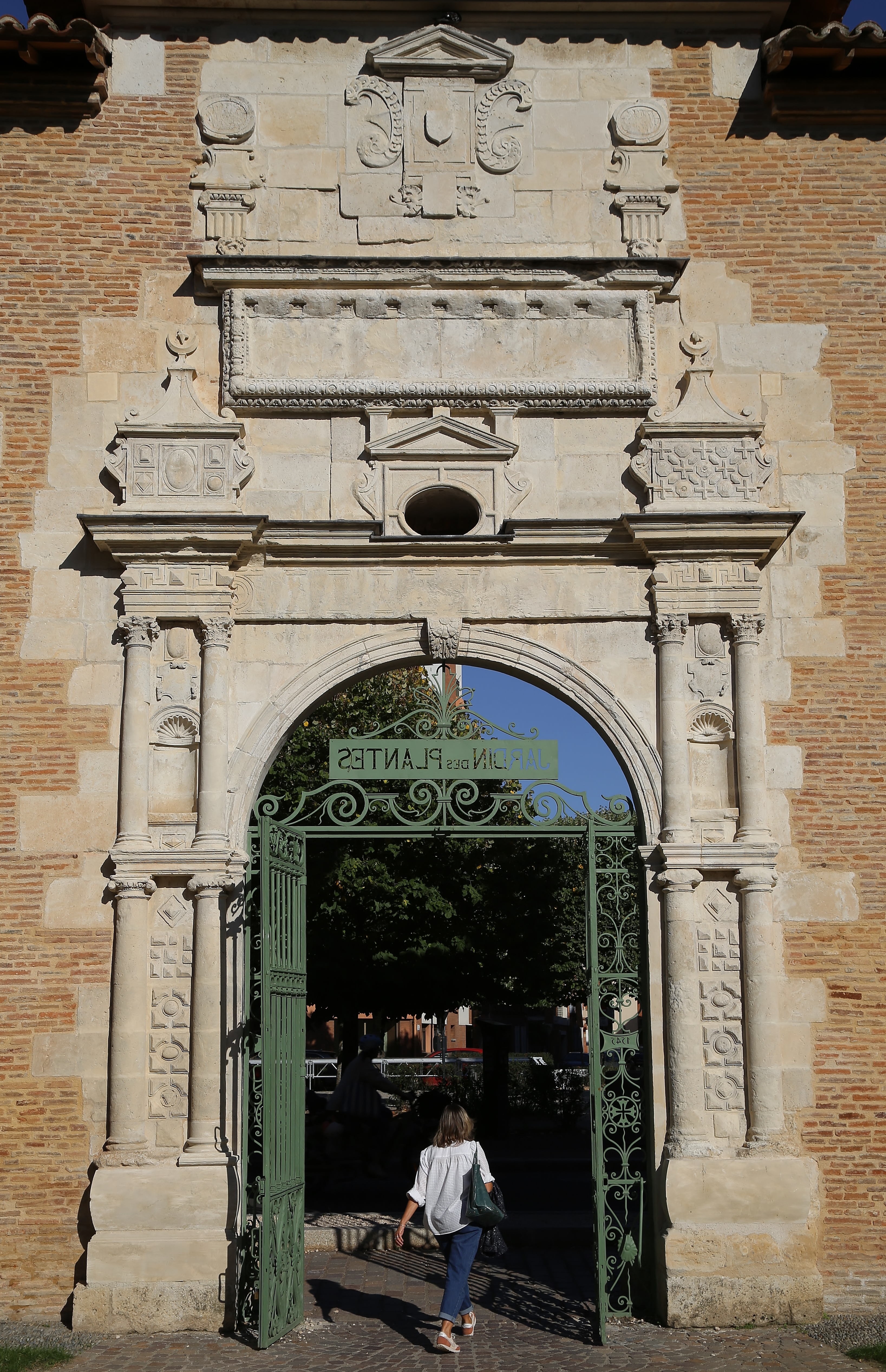
Cette porte de l'ancien Capitole, dite porte de la Commutation (1575, Jean Aleman), a été remontée au Jardin des Plantes.
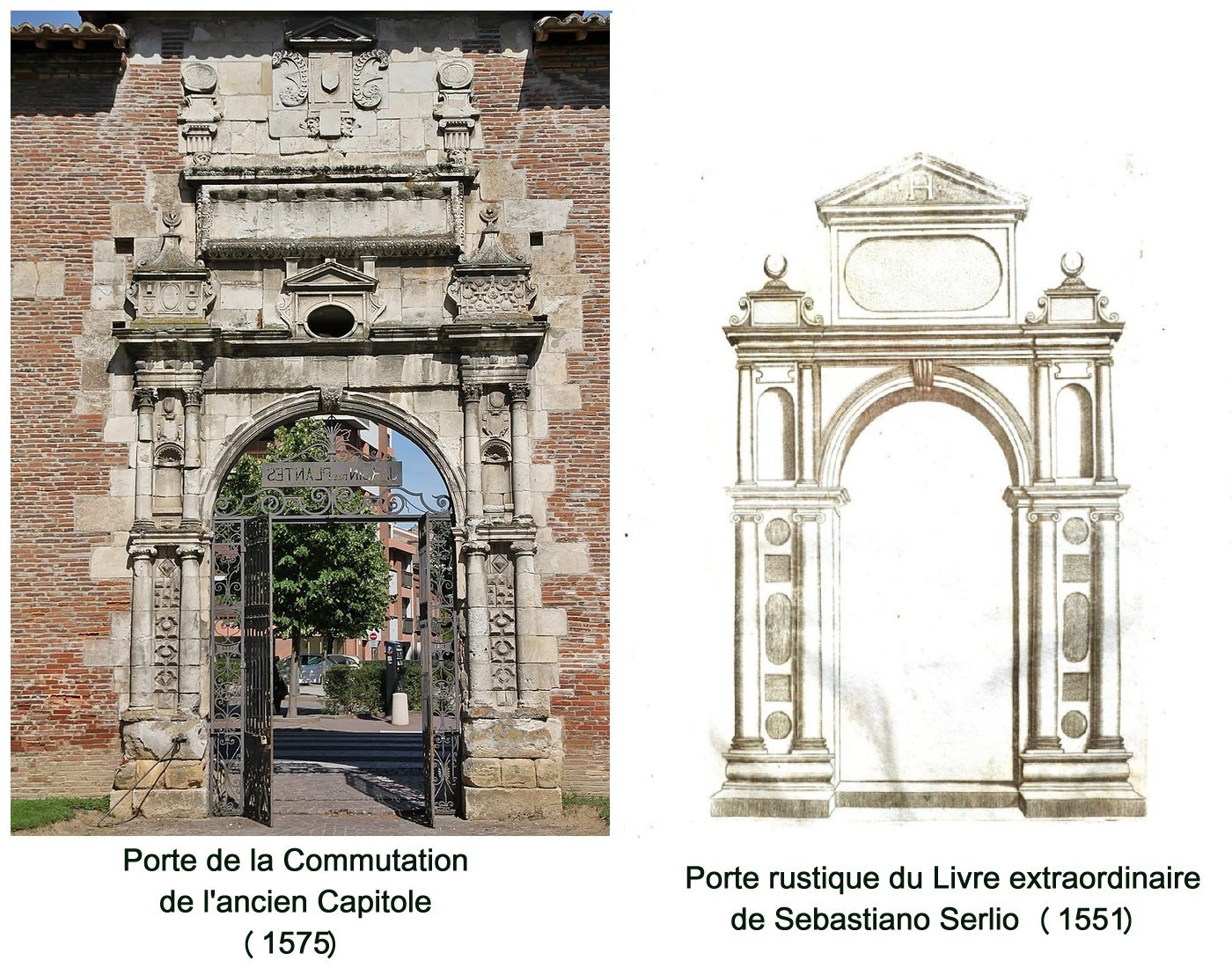
La porte de la Commutation de l'ancien Capitole s'inspire d'une porte rustique du Livre extraordinaire de Sebastiano Serlio.
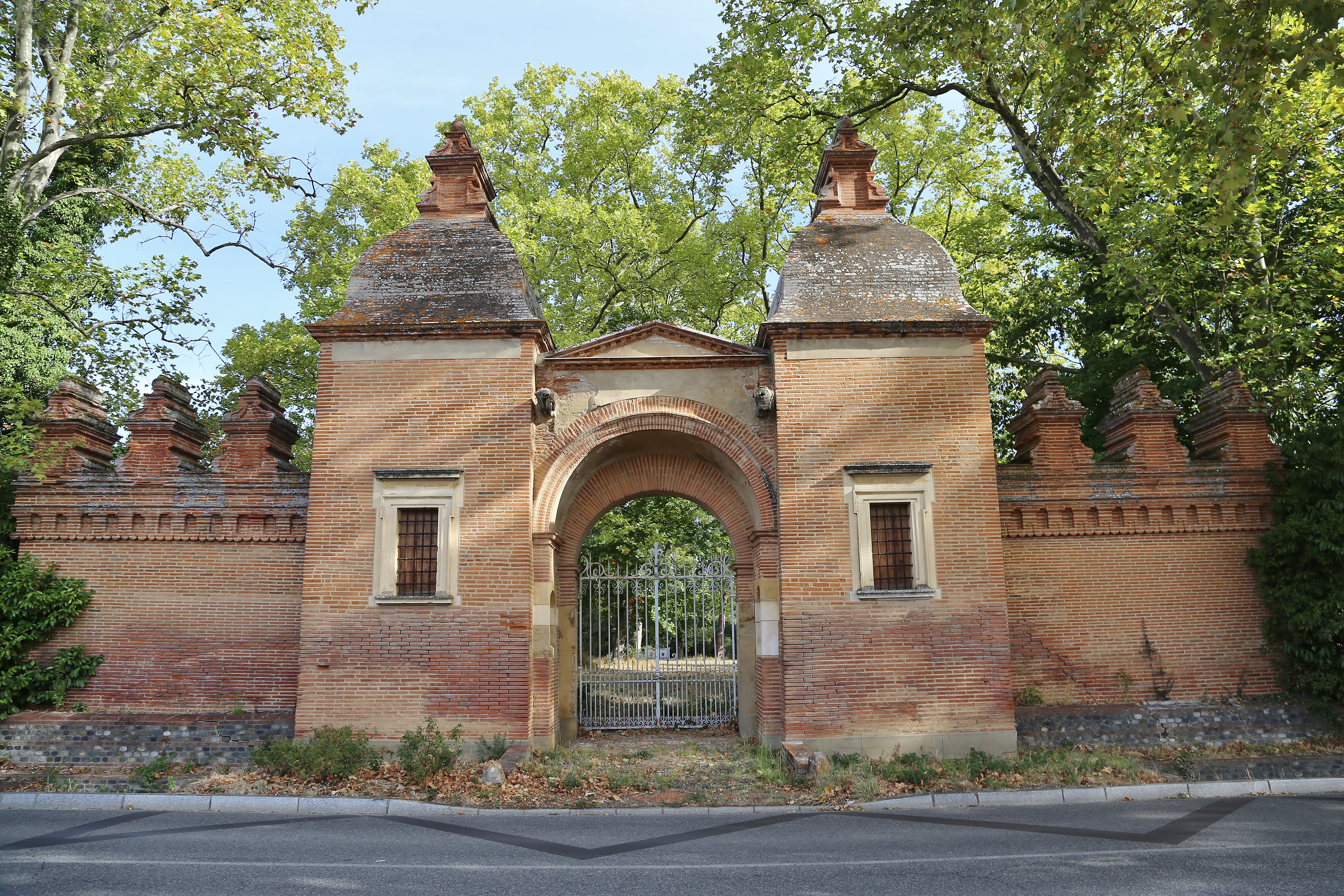
Portail Henri IV du château de Pibrac (1578).
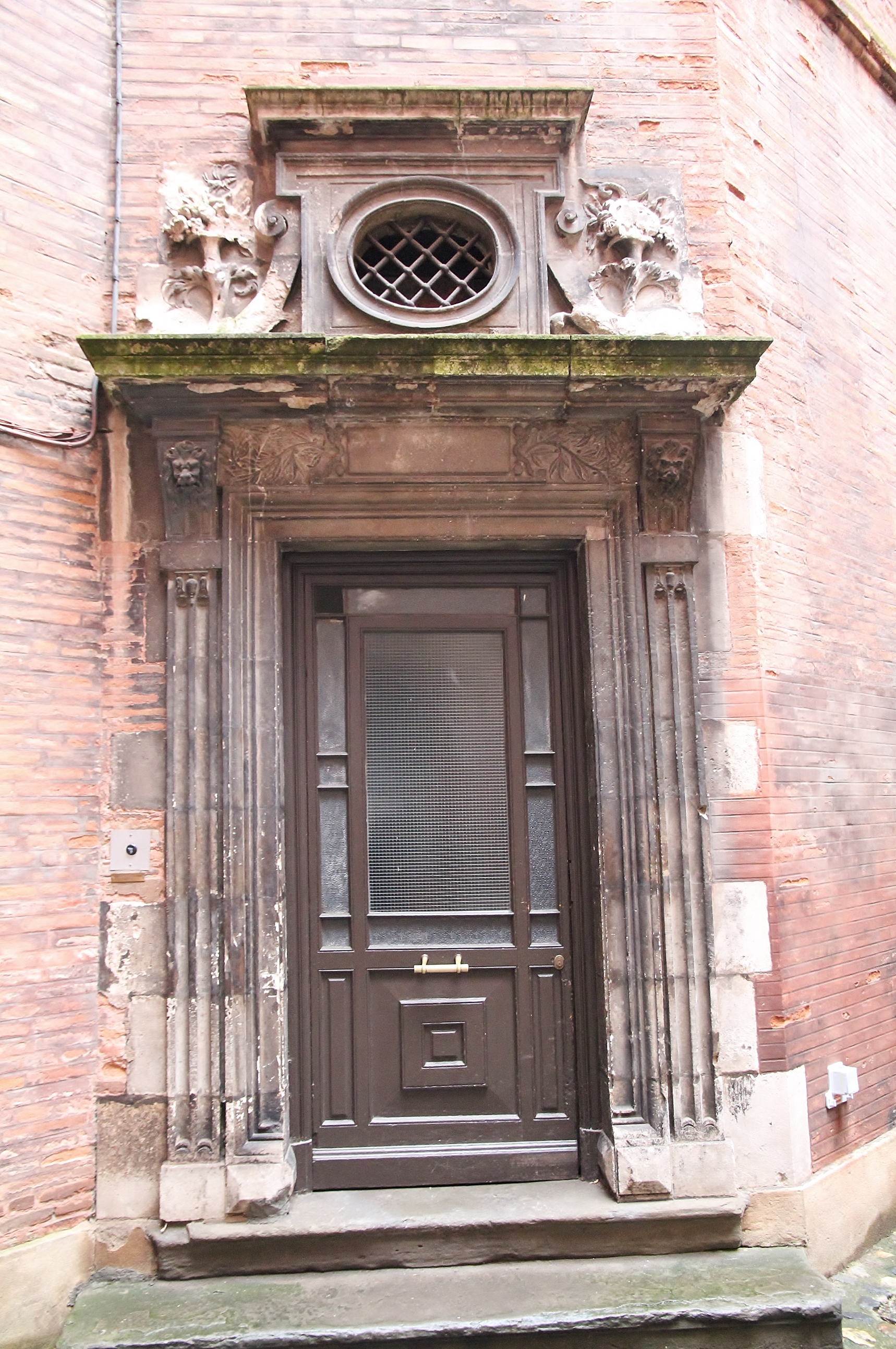
Porte dans la cour de l'hôtel de Massas (ou hôtel d'Aldéguier), dernier quart du XVIe siècle.
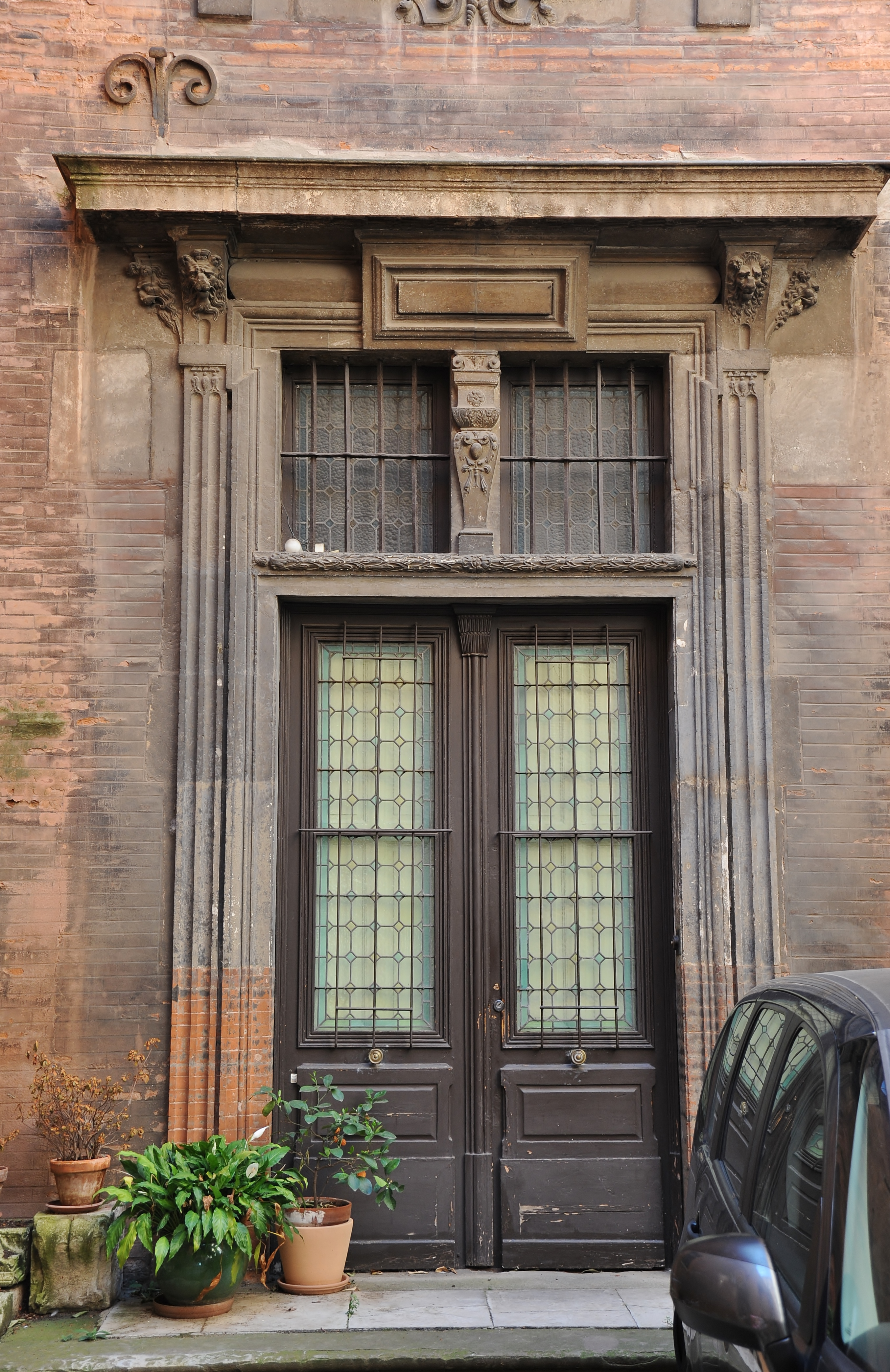
Cette porte de la cour de l'hôtel de Massas est en réalité une fenêtre du dernier quart du XVIe siècle transformée en porte au XIXe siècle.
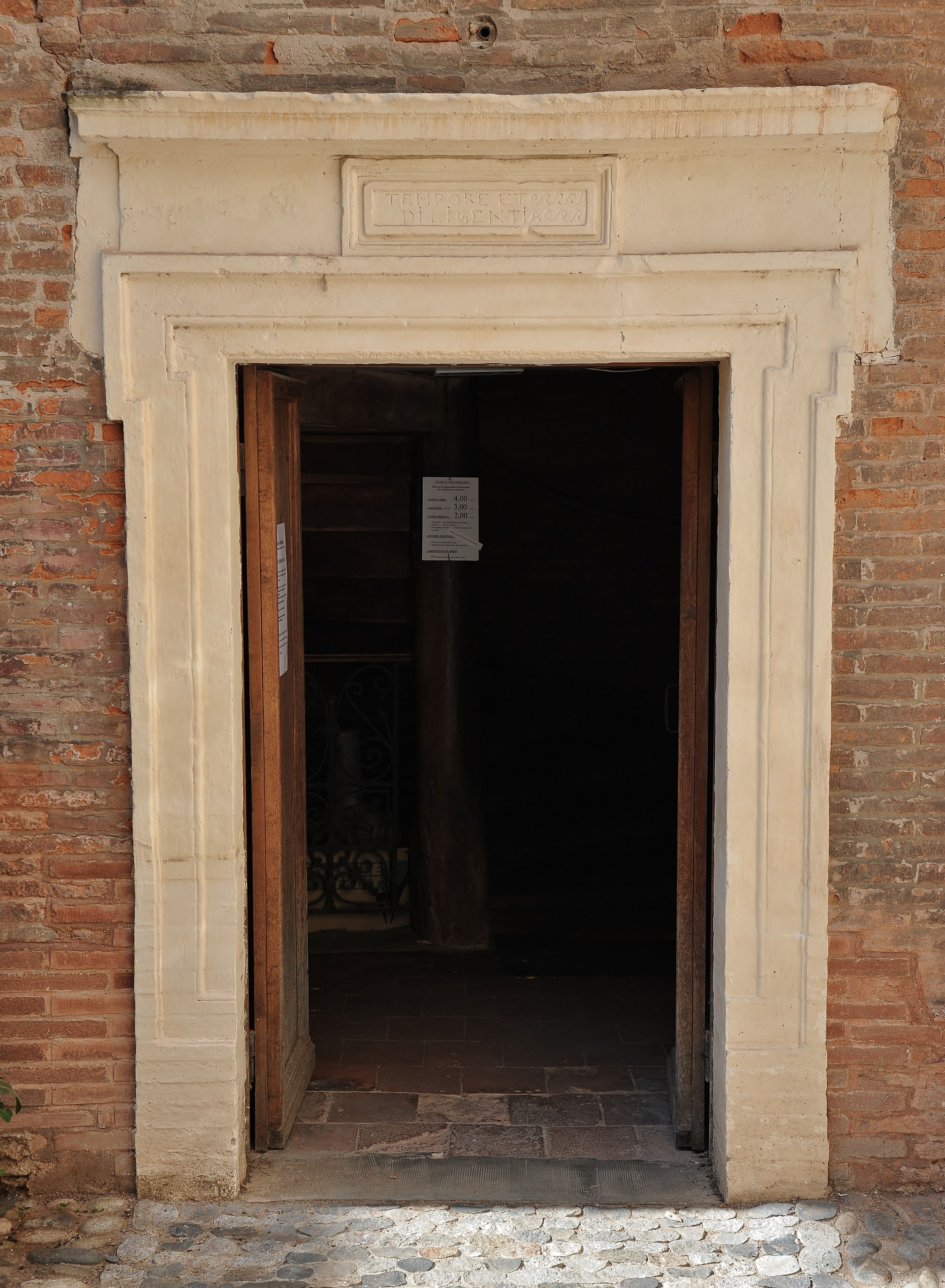
Porte de l'hôtel Dumay.
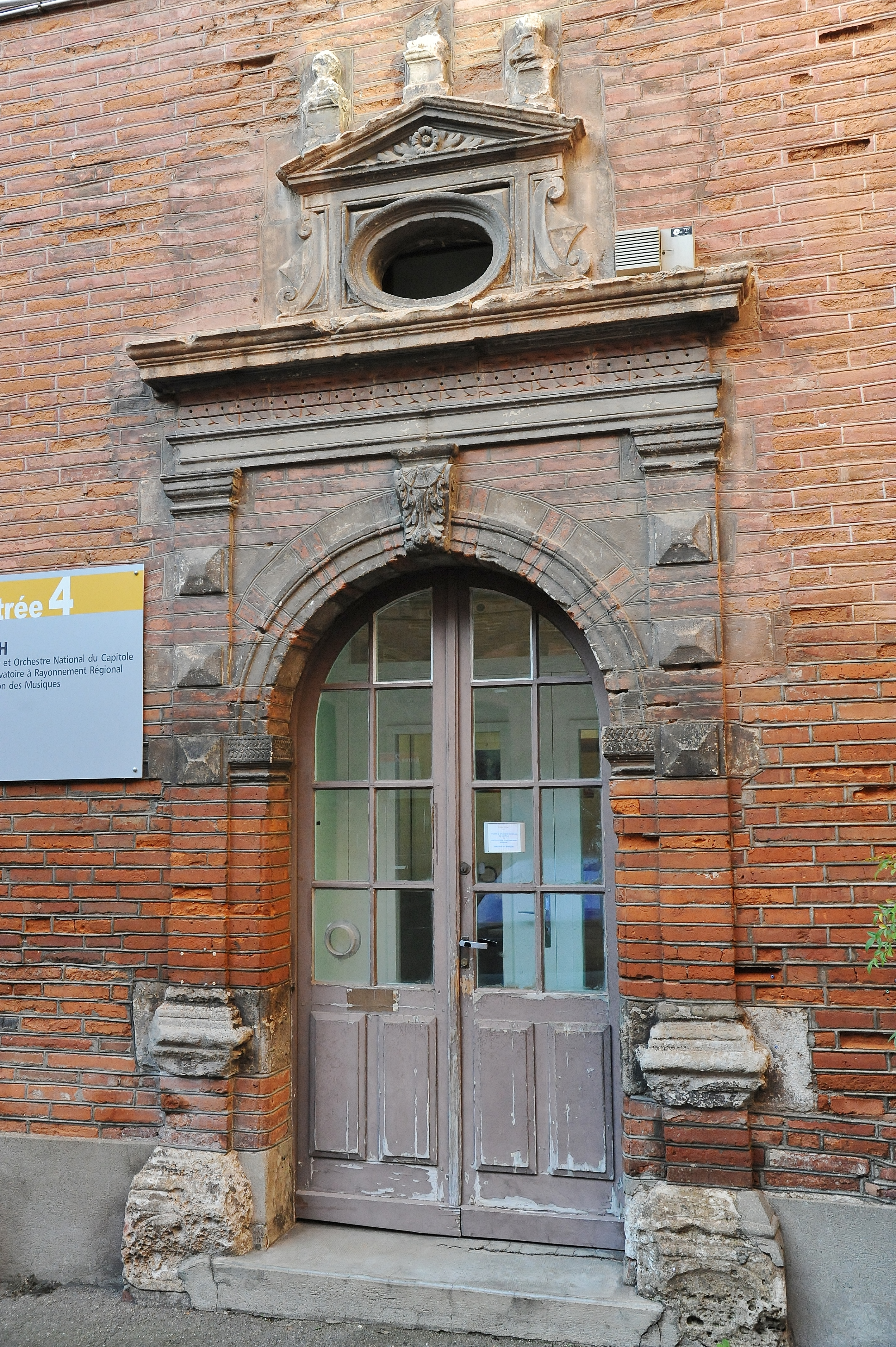
Porte de l'ancien hôtel de Vesa (dernier quart du XVIe siècle ?), détruit lors du percement de la rue Théodore-Ozenne.
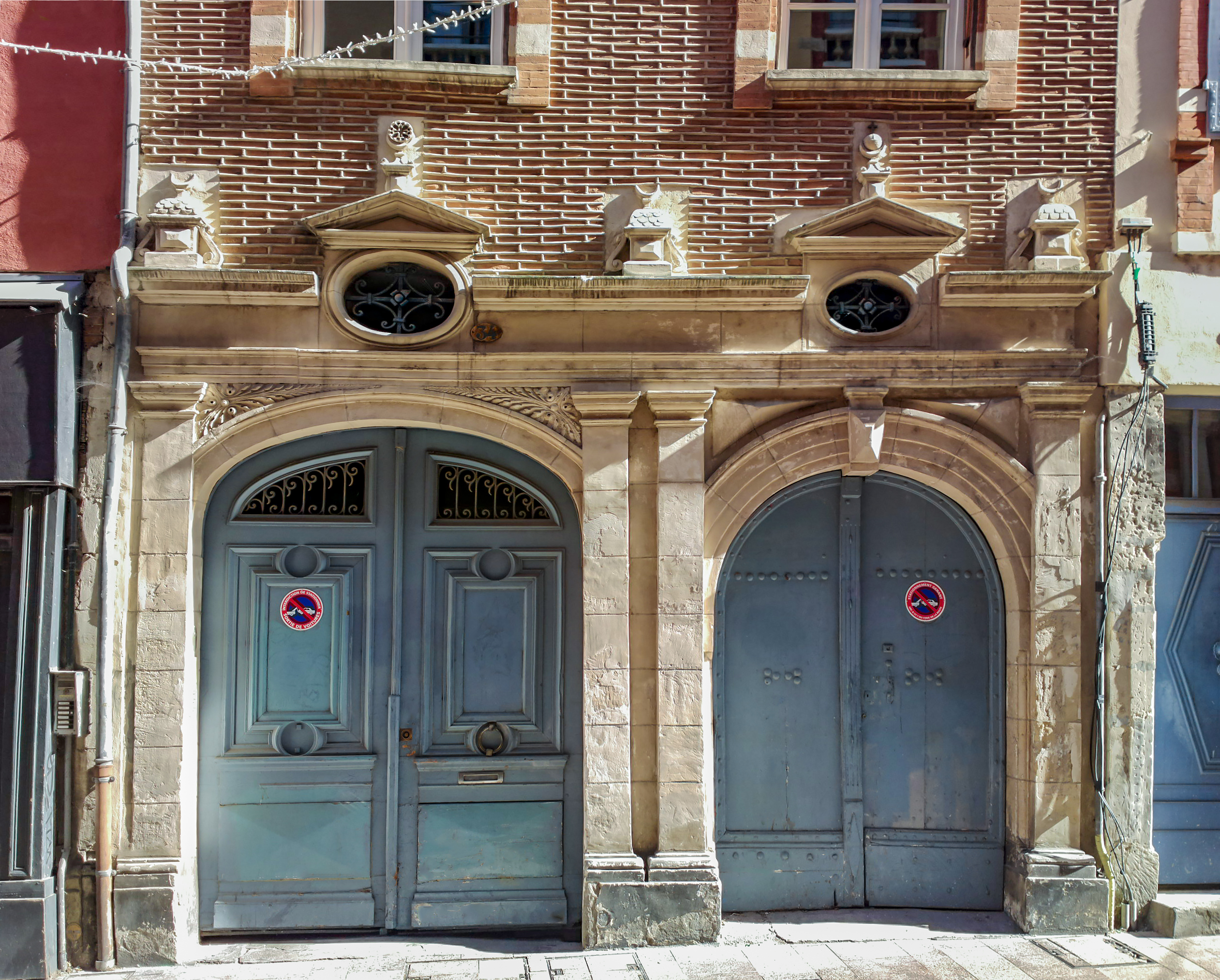
Portails de l'hôtel de Lagorrée. Celui de droite est daté de la fin du XVIe siècle, celui de gauche du début du XVIIe siècle.
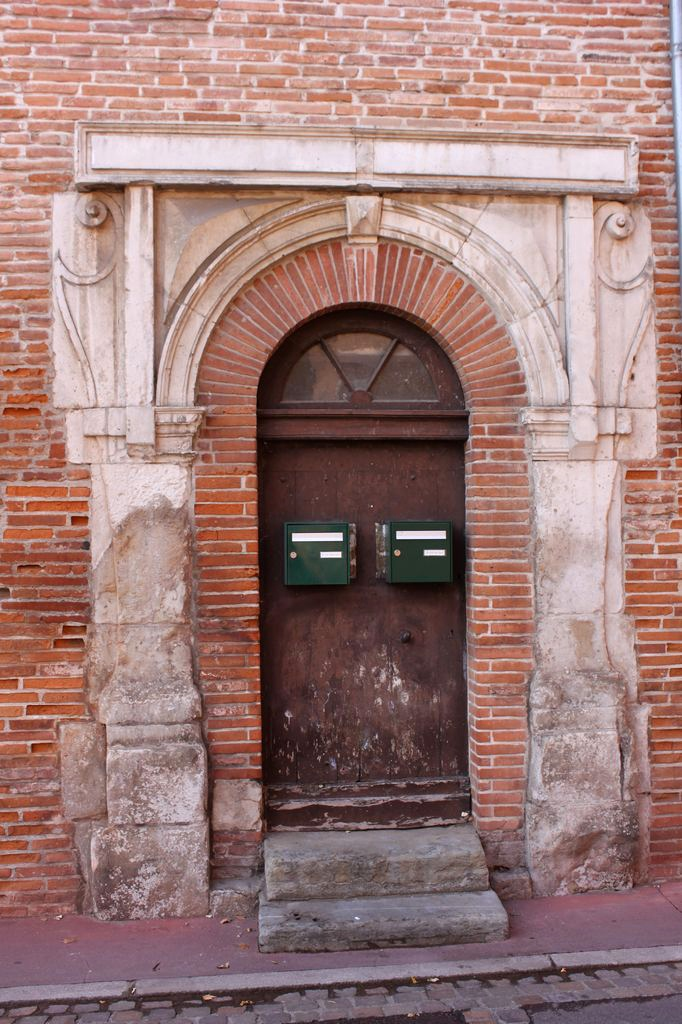
Porte de l'hôtel de Lestang.
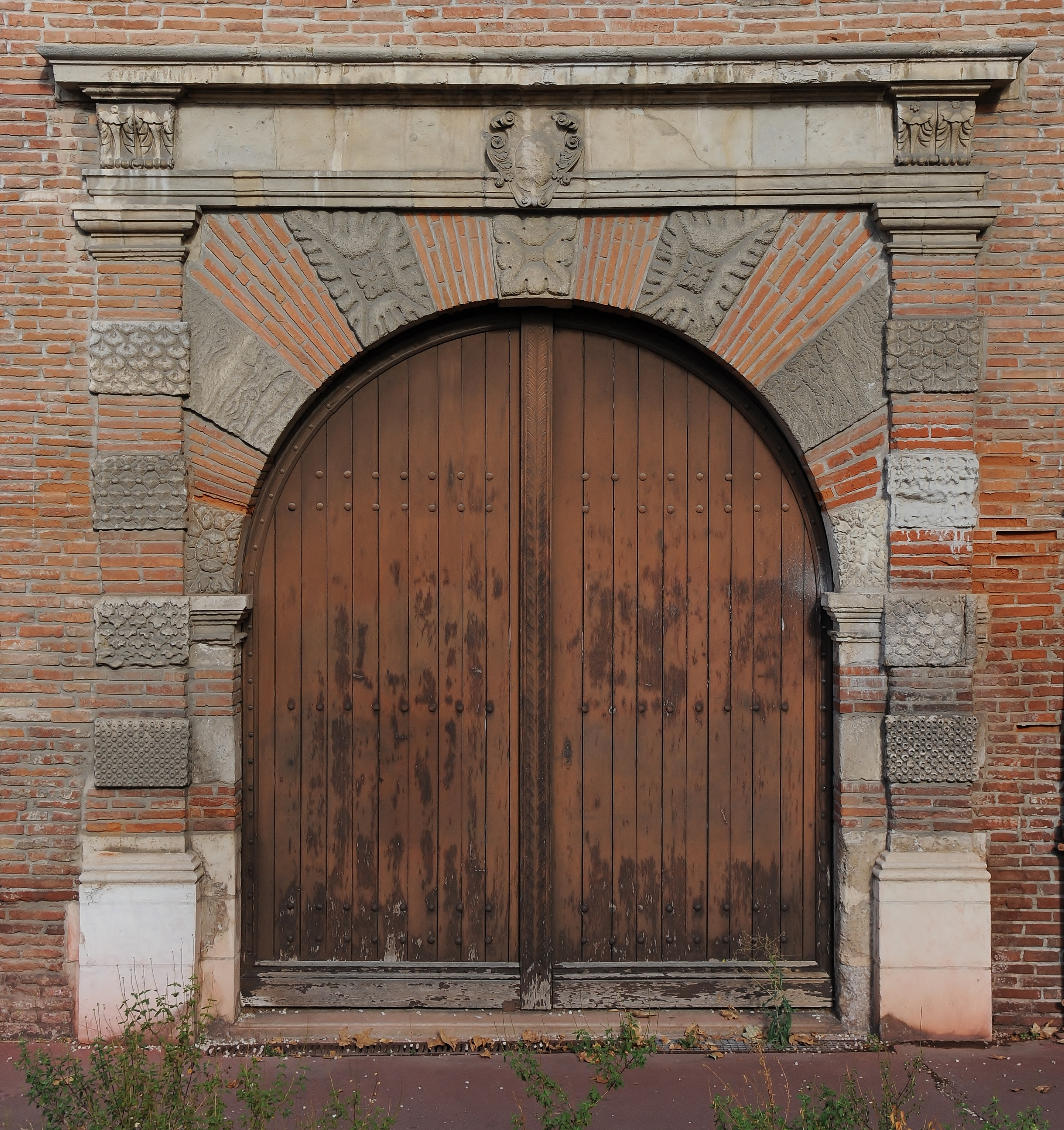
Portail de l'hôtel de Lestang, fin XVIe/début XVIIe siècle.
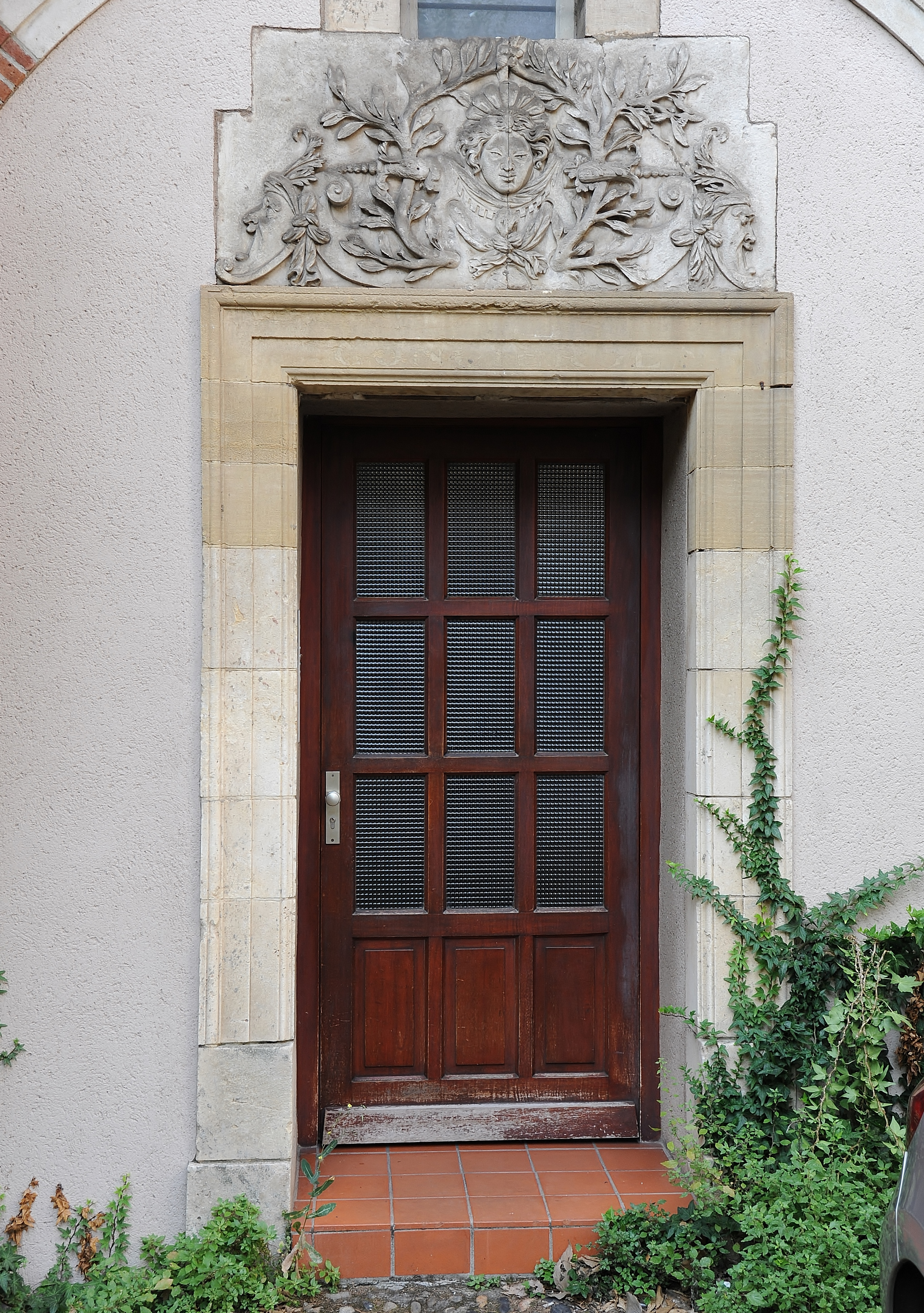
Porte de l'hôtel Potier-Laterrasse, fin XVIe siècle ou début XVIIe siècle.
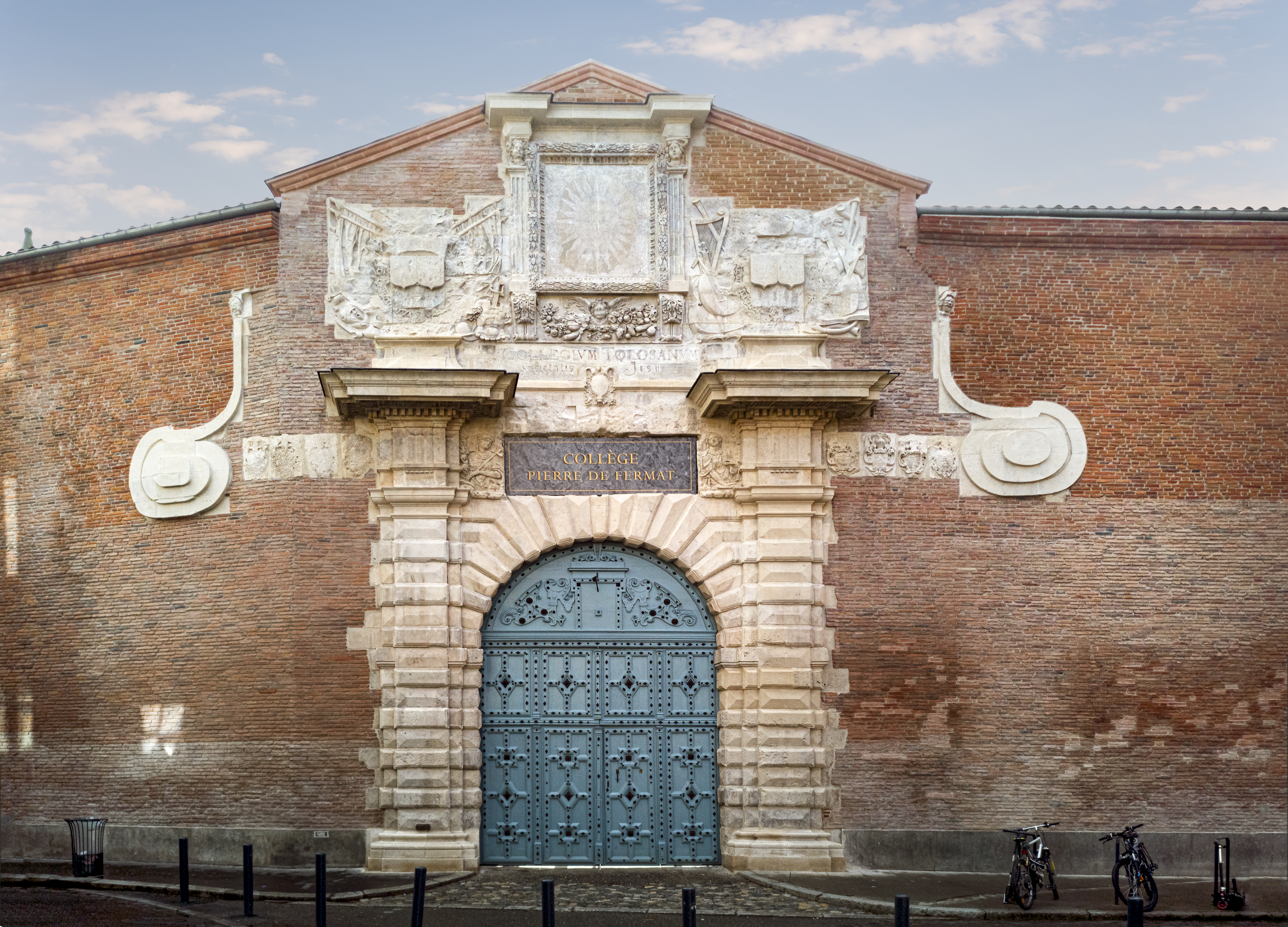
Grand portail de l'ancien collège des Jésuites (1604 ou 1605).
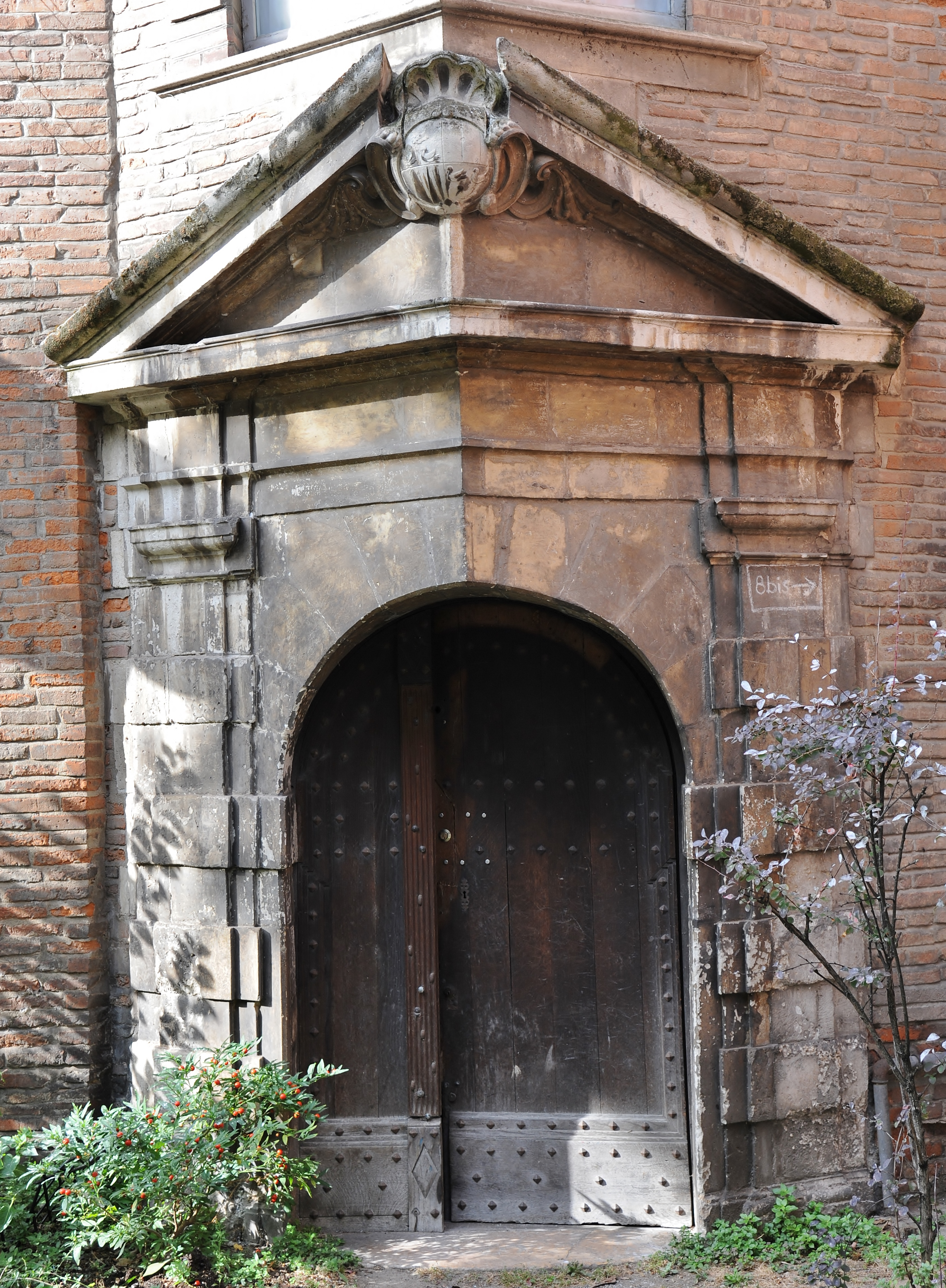
Porte d'angle de la tour Baderon-Maussac (à partir de 1606).
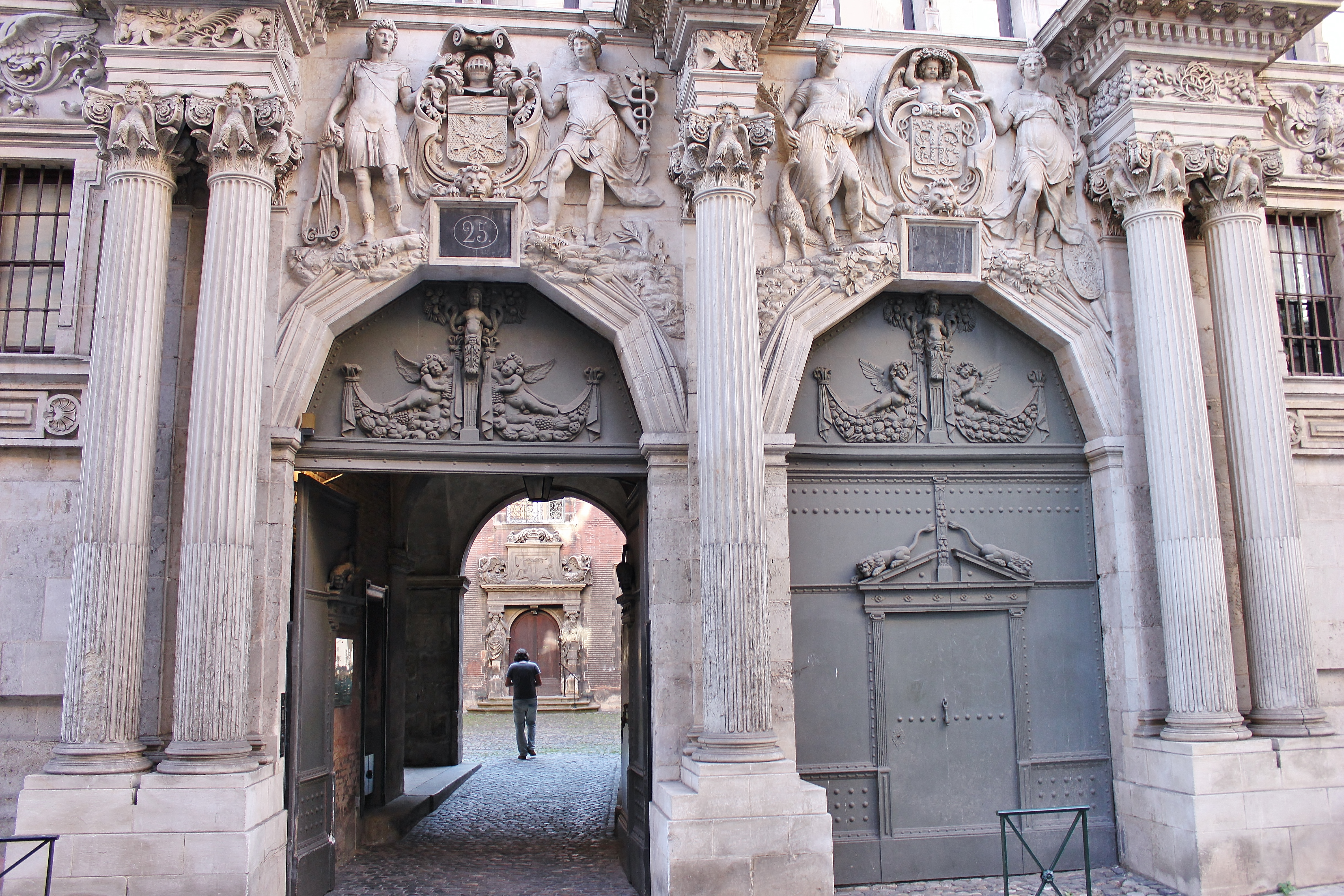
Le portail de l'hôtel de Clary (1610-1616).
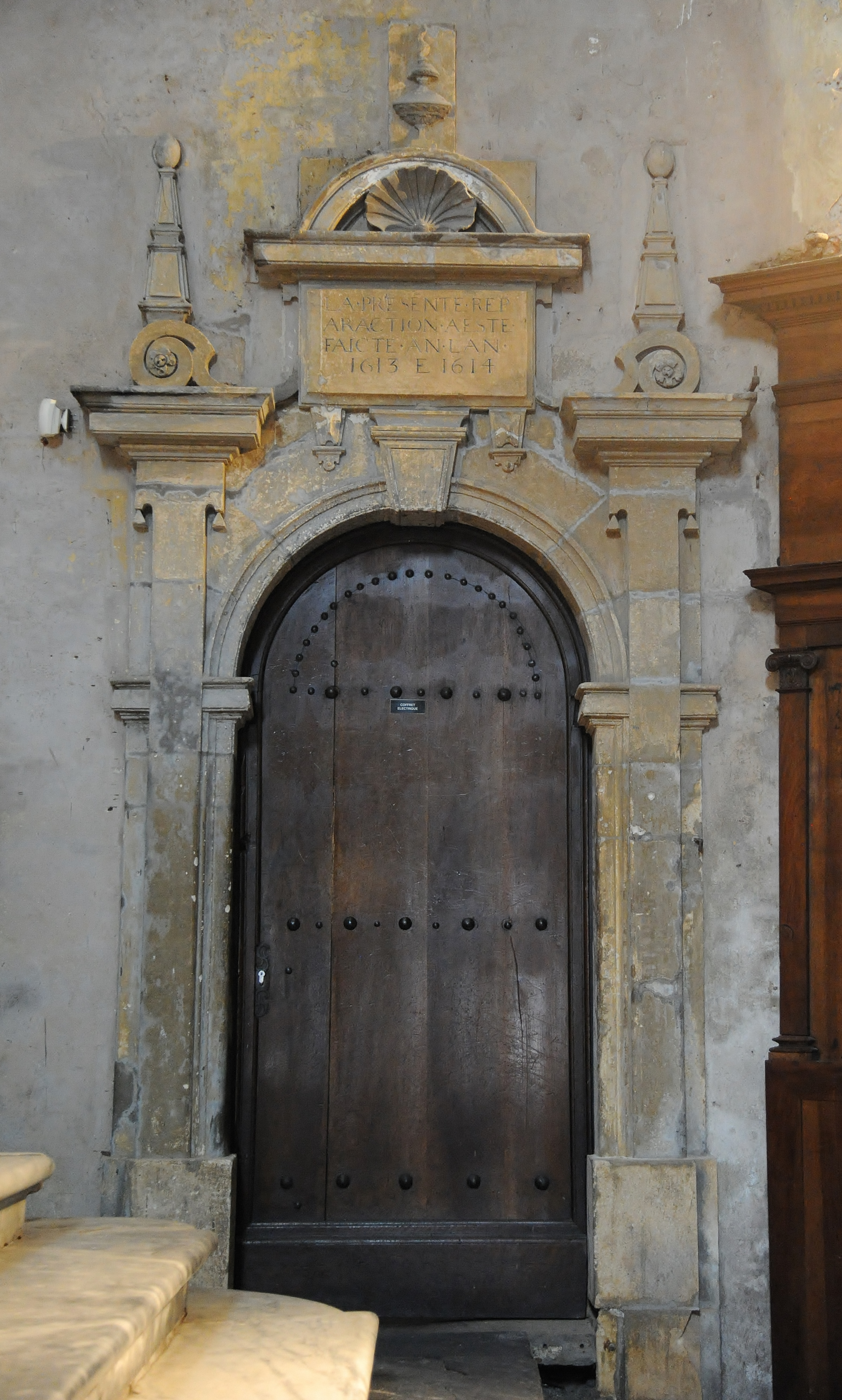
Porte à la cathédrale Saint-Étienne (1613-1614).
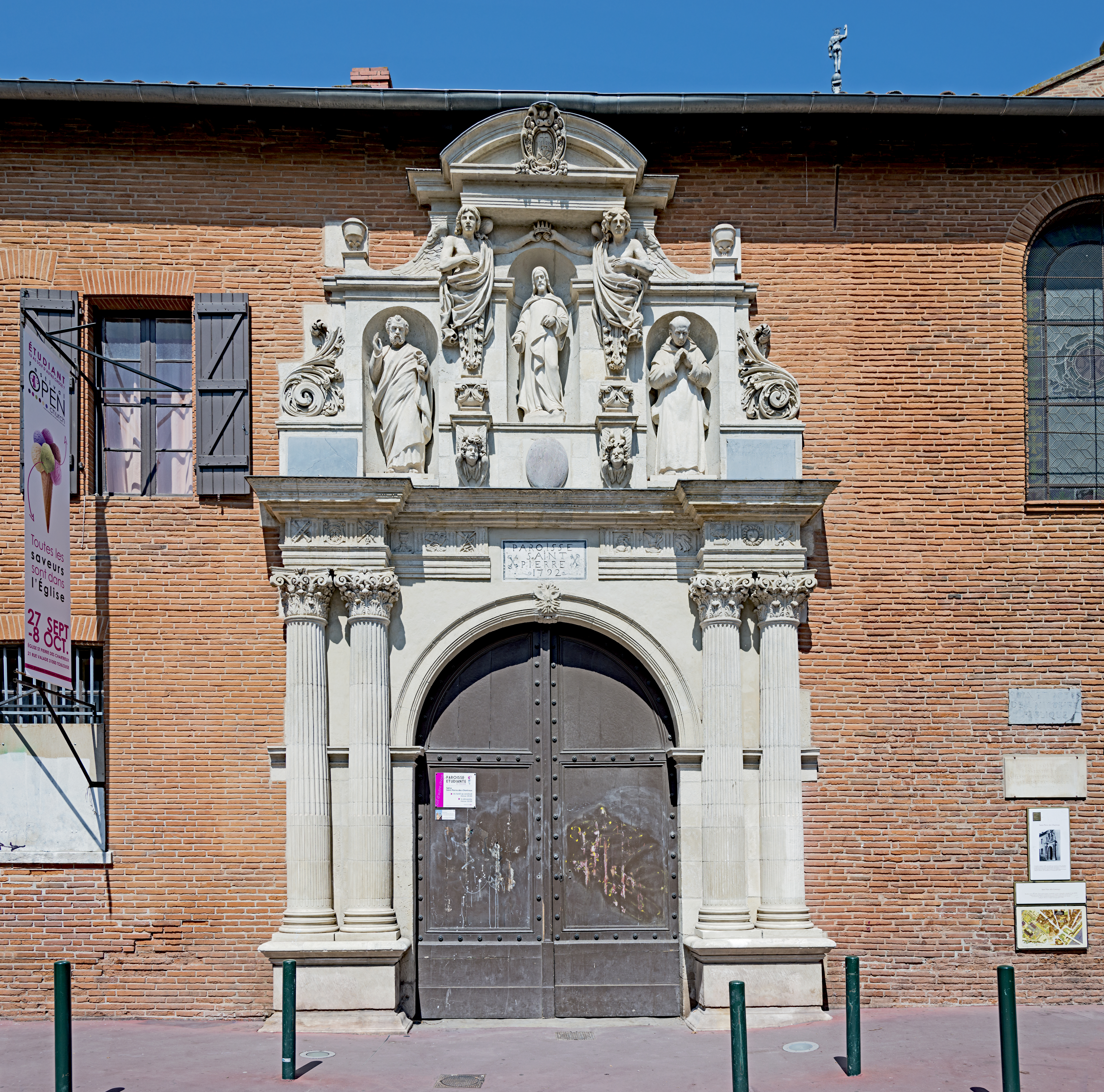
Le portail de l'église Saint-Pierre des Chartreux a été élevé en 1613 par Antoine Bachelier, l'un des fils du célèbre architecte et sculpteur Nicolas Bachelier.
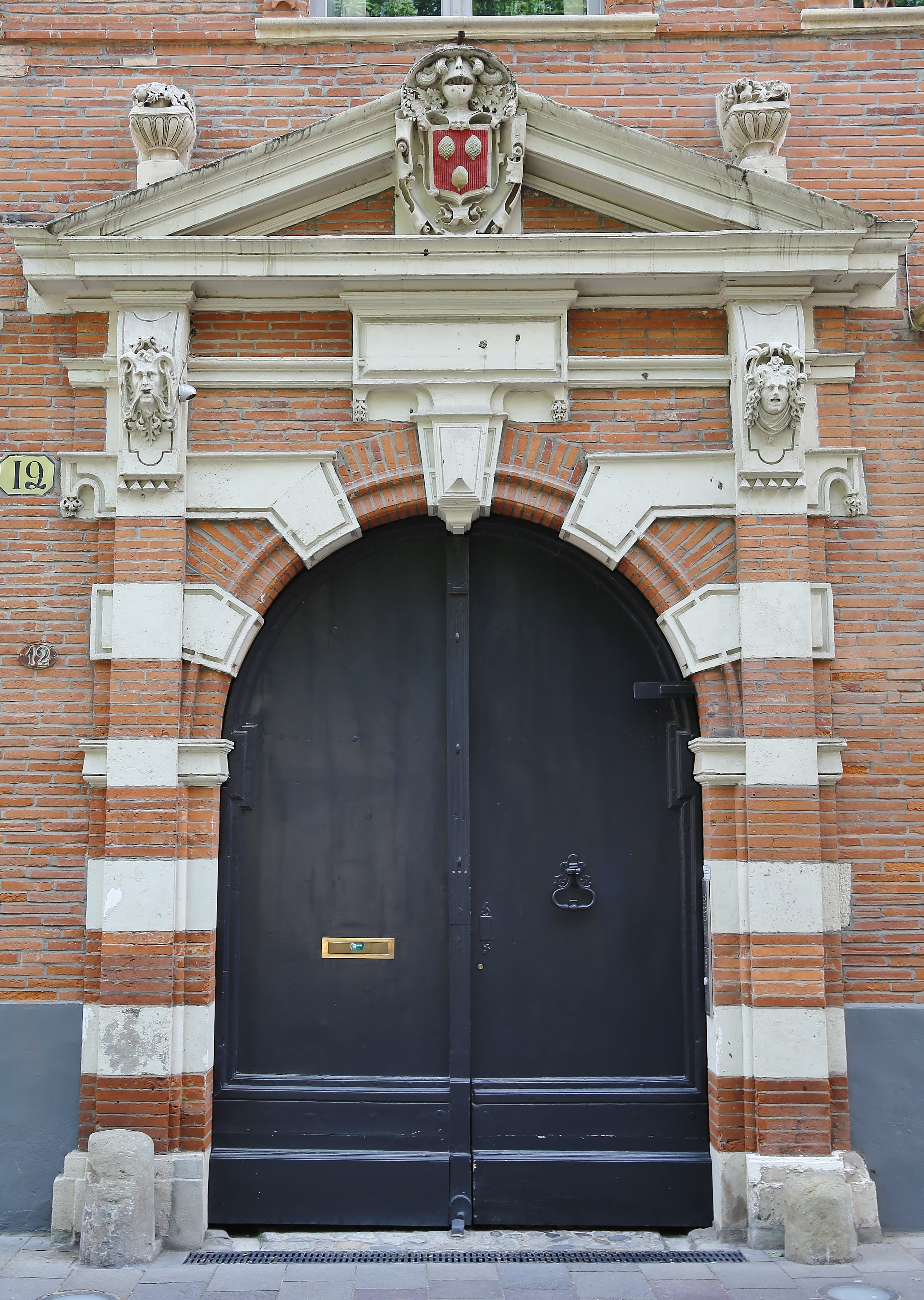
Le portail de l'hôtel de Chalvet (1617), transition entre des références Renaissance et l'alternance brique et pierre du XVIIe siècle toulousain.
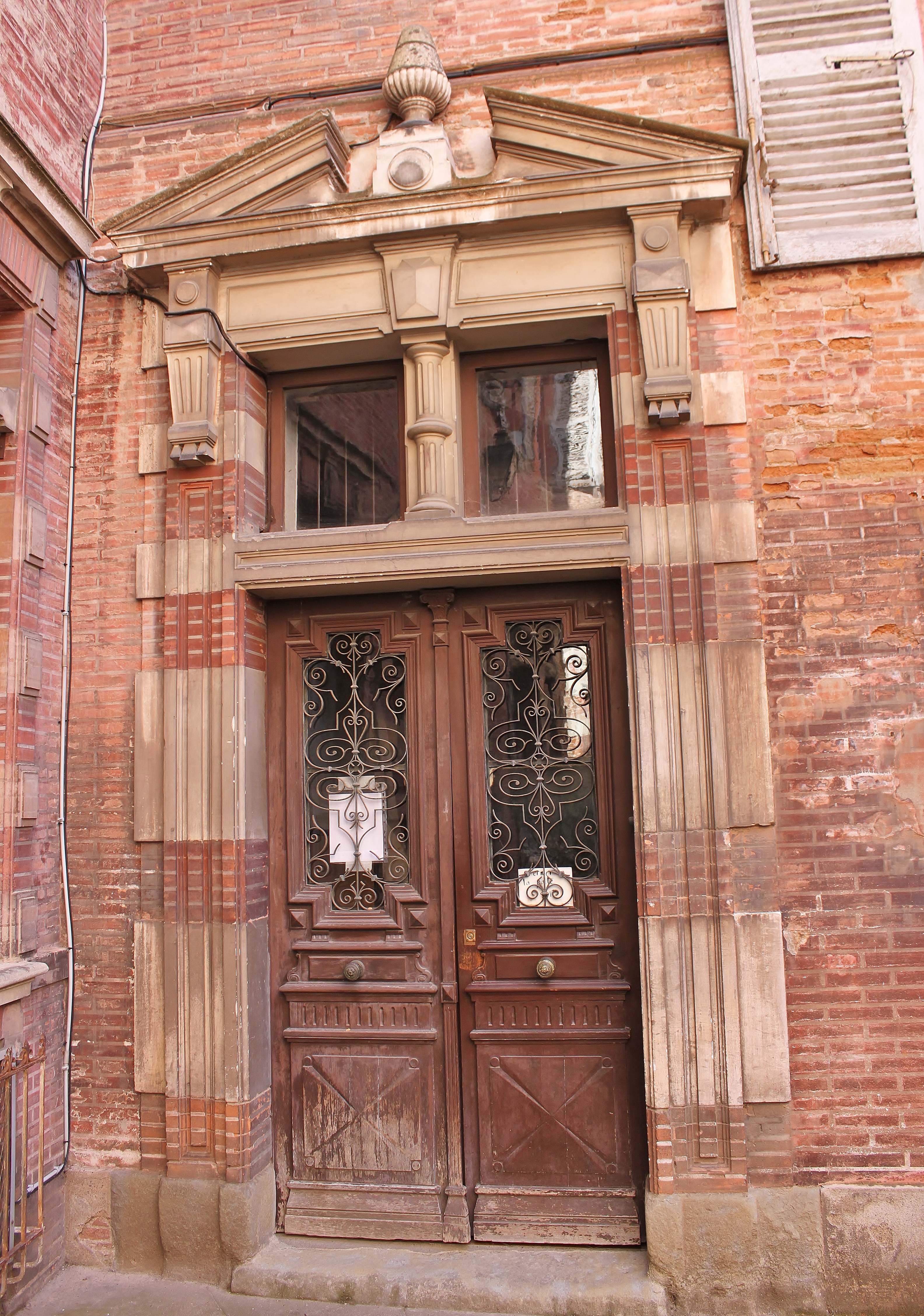
Porte de l'hôtel Jossé-Lauvreins, fin XVIe siècle ou début XVIIe siècle.
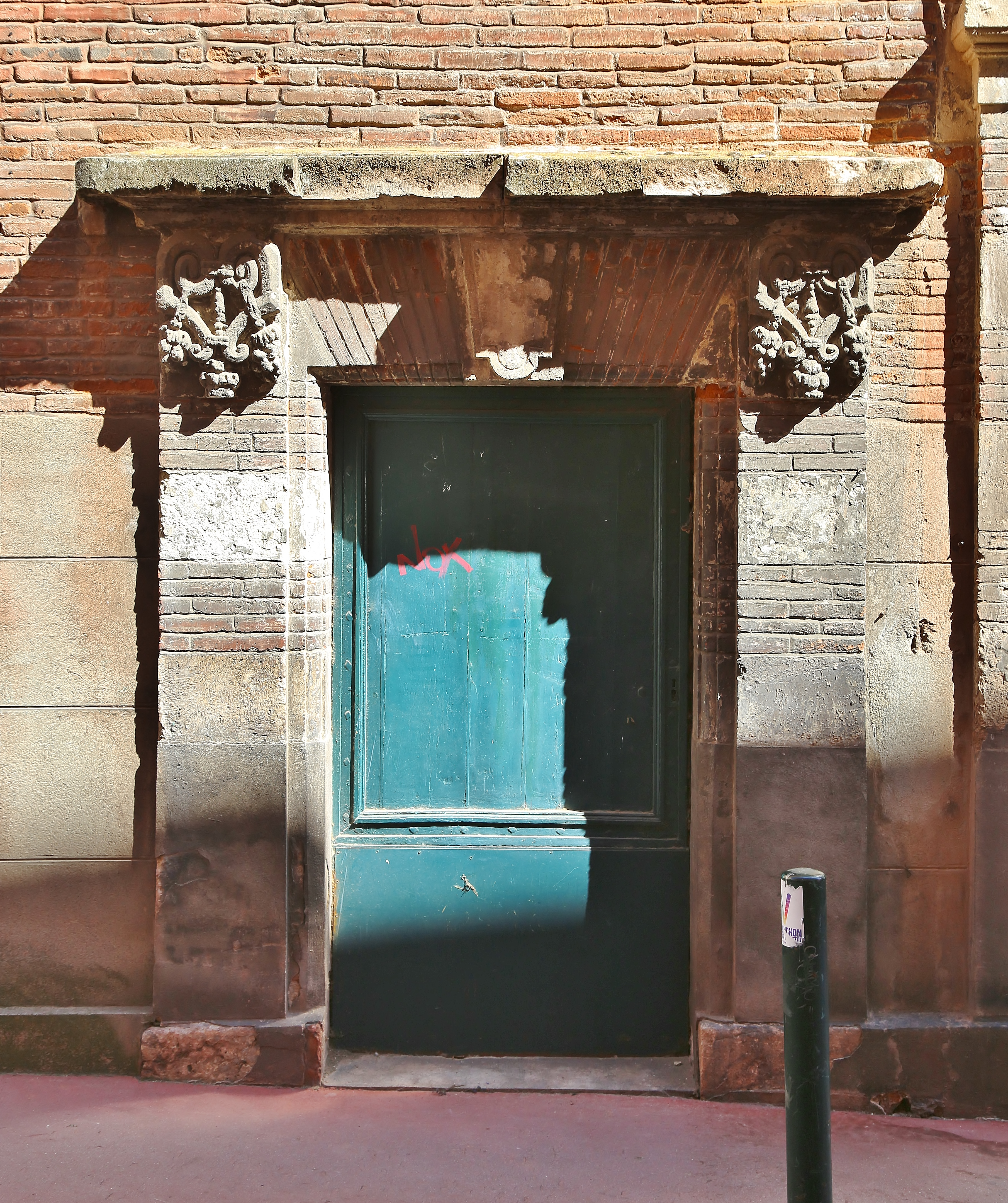
Petite porte de l'hôtel Jossé-Lauvreins, fin XVIe siècle ou début XVIIe siècle.
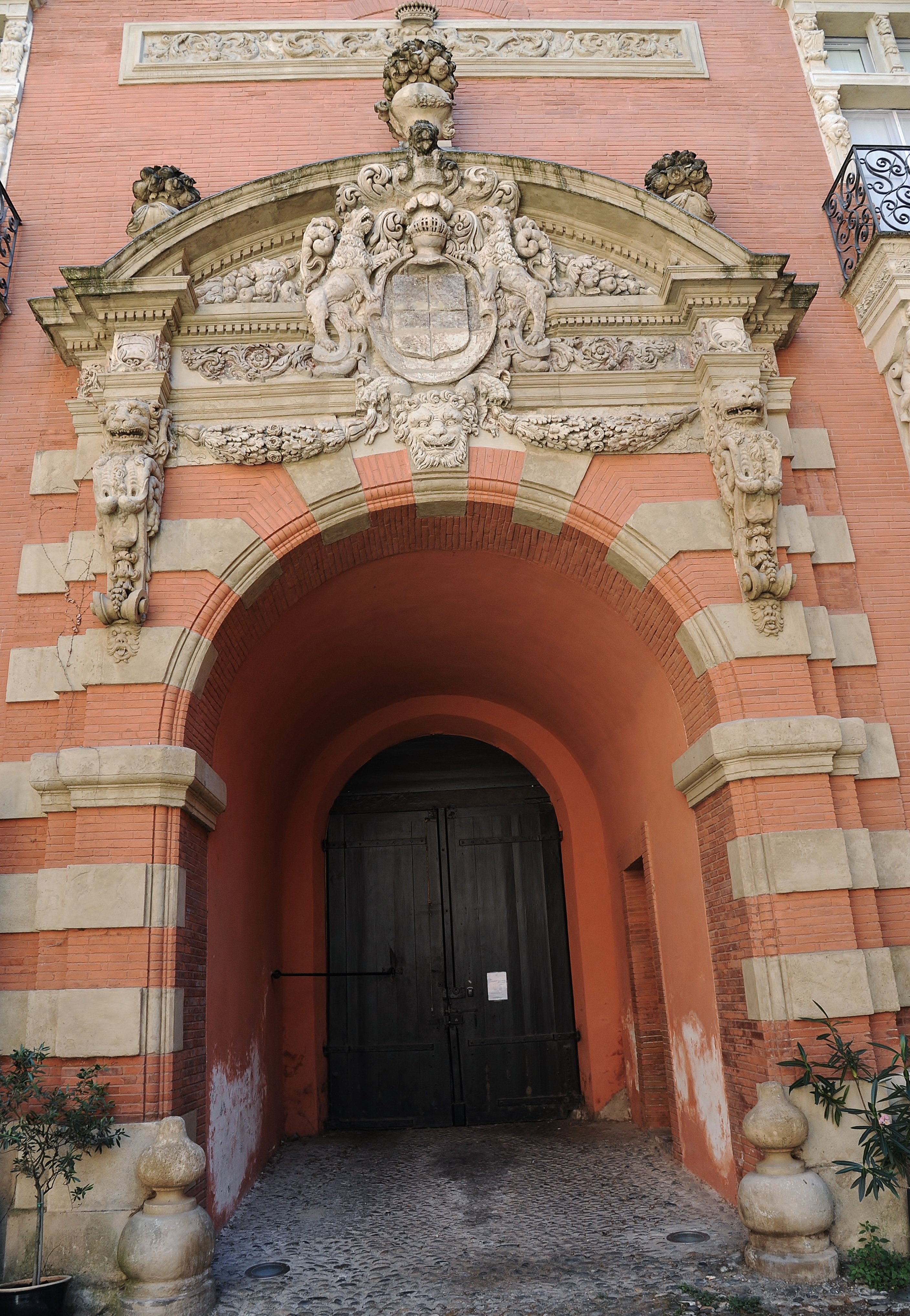
D'un style de transition entre la Renaissance tardive et le baroque, ce superbe portail aujourd'hui remonté dans une cour constituait l'entrée monumentale de l'hôtel de Jean-Pierre Desplats, président à mortier au Parlement entre 1620 et 1622.
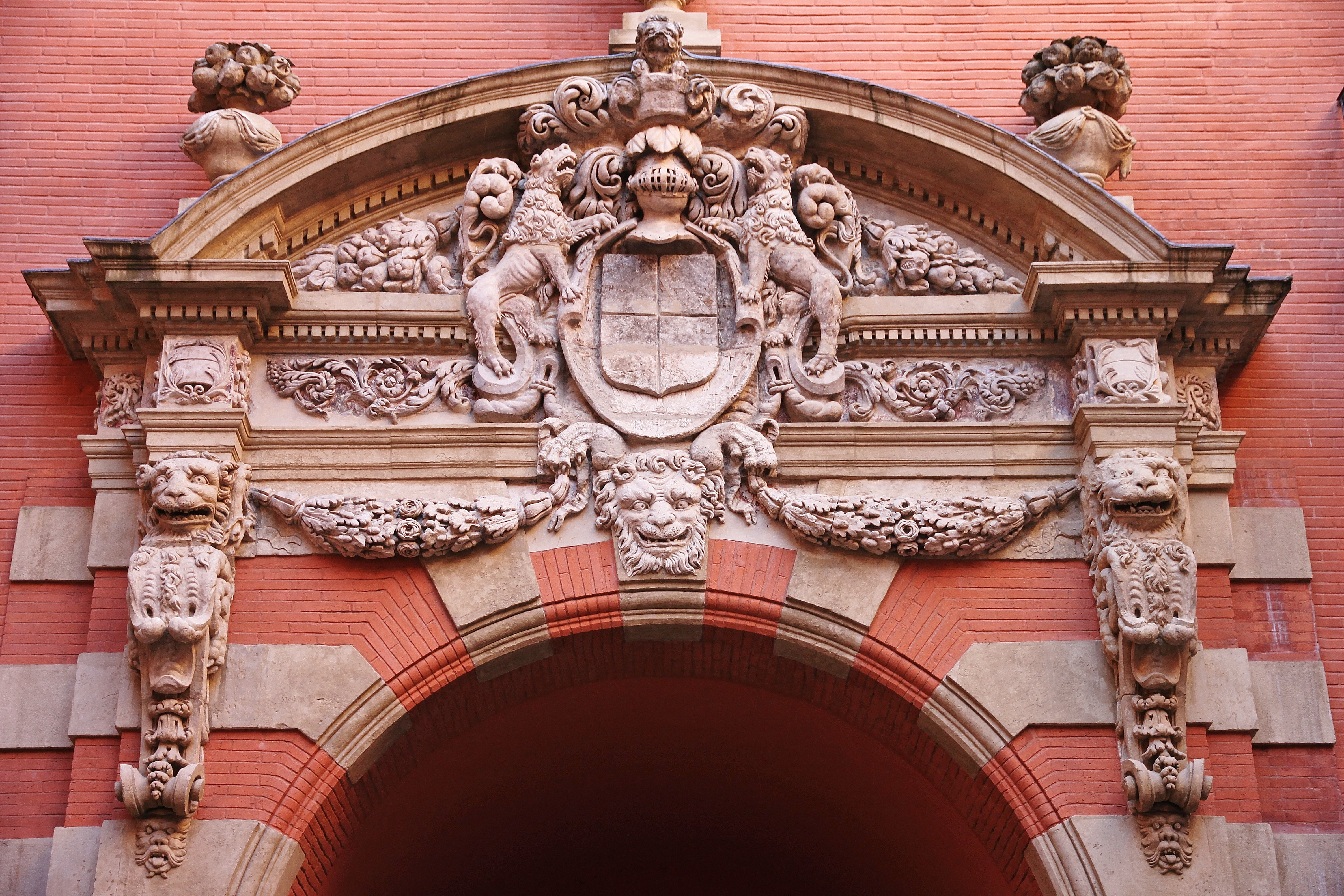
Détail de la photo précédente (hôtel Desplats).
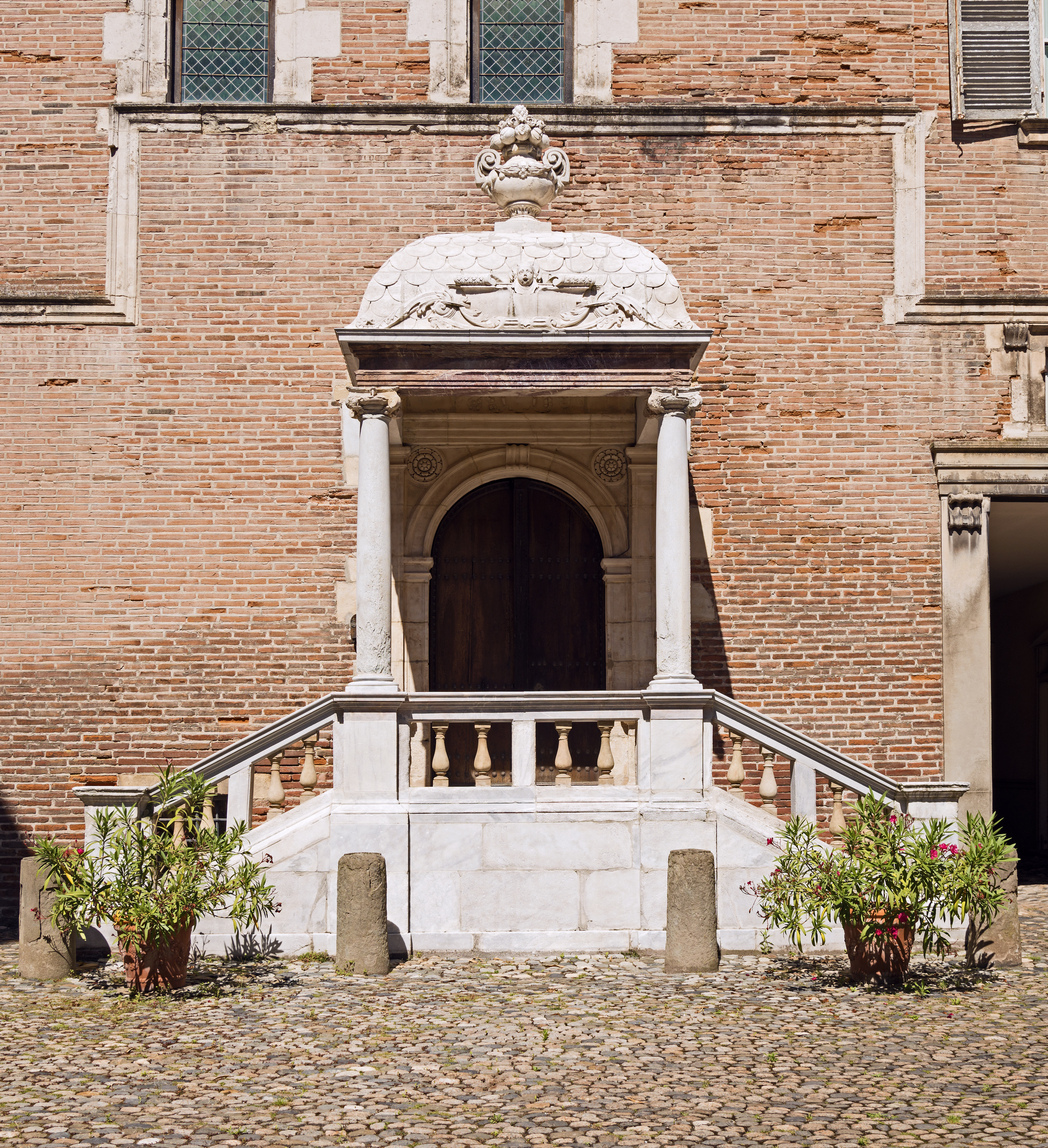
Le baldaquin en pierre et en marbre de l'hôtel d'Ulmo date du XVIIe siècle, cependant il pourrait être la copie d'un baldaquin du XVIe siècle autrefois situé dans la cour du Parlement de Toulouse.
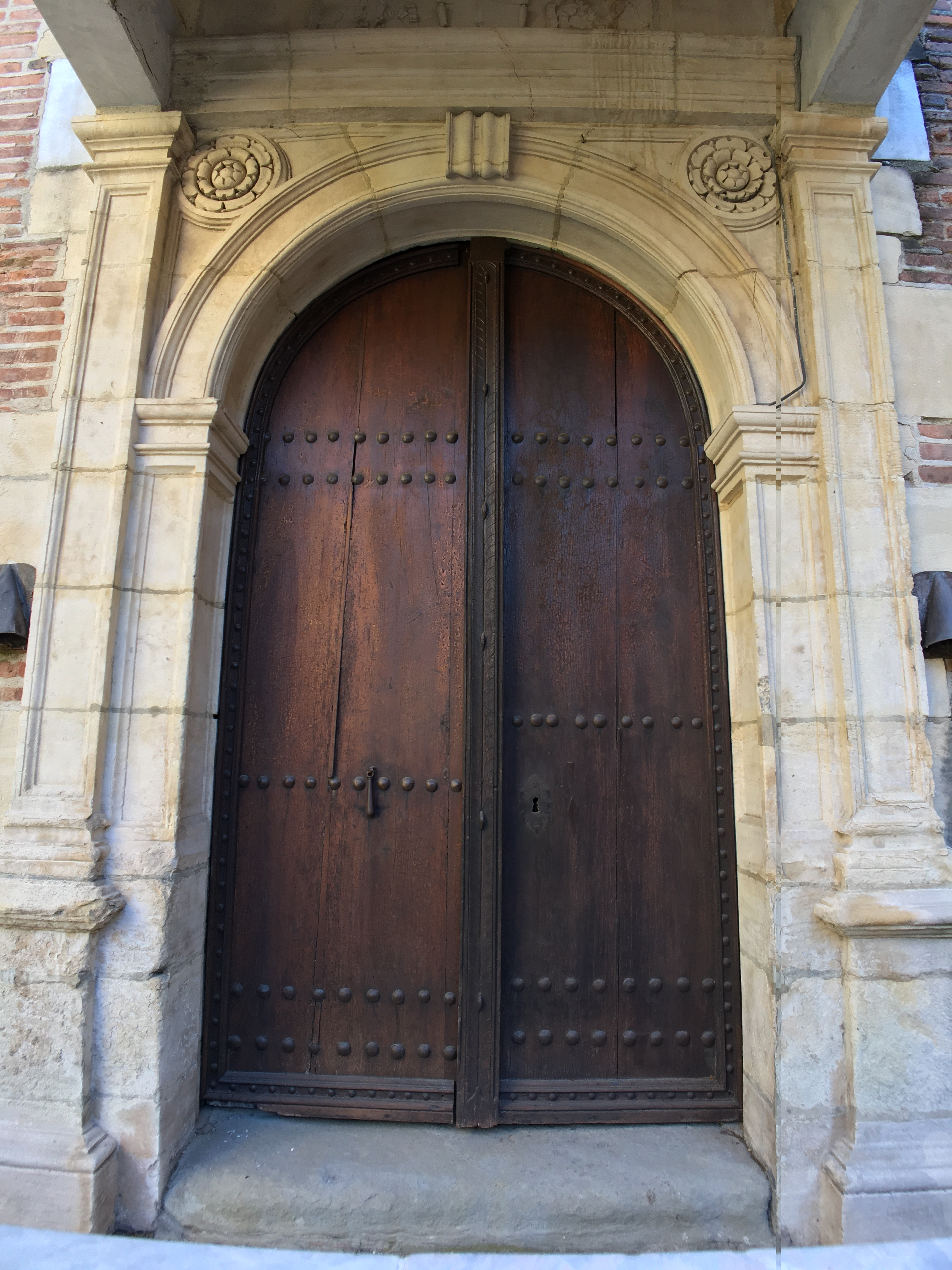
Porte de l'hôtel d'Ulmo située sous le baldaquin (XVIIe siècle ou entre 1526 et 1536).

### Les fenêtres ornées
Avec la porte, le signe le plus manifeste du statut social d'un commanditaire était la fenêtre sculptée. L'emploi de la pierre sur fond de brique met en évidence ces ouvertures qui constituent, comme en Italie, autant de motifs isolés. La rupture avec le style du gothique flamboyant se trouvait exprimée par le terme « à l'antique » utilisé dans les marchés de construction, mais cette formulation recouvrait en réalité des solutions très diverses et qui ne cessèrent d'évoluer.
Au vocabulaire ornemental de la première Renaissance (rinceaux, médaillons, putti), succèda en 1538 à l'hôtel de Bagis la « fenestre à l'antique » mise en place par l'architecte et tailleur de pierre Nicolas Bachelier. À cette occasion Bachelier procèda à une représentation progressive de l'ordre dorique, de plus en plus complet au fil des niveaux, faisant de chaque fenêtre un temple à l'antique en miniature. Modernisant la fenêtre à colonnettes superposées venue d'Italie, il reprit la position des quarts de candélabres des fenêtres de l'hôtel du Vieux-Raisin en insérant un quart de colonne dorique dans l'ébrasement. Plutôt que de superposer deux petites colonnes, Bachelier préfèra utiliser la hauteur de la baie pour présenter un ordre dorique complet en disposant un triglyphe aux proportions allongées sur la colonnette, conférant ainsi à l'ouverture, coiffée d'une imposante corniche, une plus grande monumentalité.
Cette formule de la « fenêtre à l'antique » développée par Bachelier à l'hôtel de Bagis fut reprise par lui-même en 1540-1544 à l'hôtel de Guillaume de Bernuy. L'emploi de tables meublées de masques et de cuirs découpés ajoute de la sophistication à l'encadrement.
Ce parti fut à nouveau repris sur les fenêtres que Jean Cheverry fit bâtir sur les nouveaux bâtiments de l'hôtel de Boysson qu'il fit élever en 1546, avec des colonnettes doriques ou ioniques. Cheverry modernisa également l'apparence de la tour d'escalier médiévale en insérant à l'étage une fenêtre ornée de termes, personnages moitié homme moitié colonne, issus de l'architecture antique. Au-dessus de ceux-ci, des pilastres reprennent une gravure de Serlio inspirée d'une chaire de la basilique romaine Saint-Jean-de-Latran.
Dans cette volonté d'imiter les fenêtres d'un grand parlementaire se reconnaît une stratégie d'appropriation du goût des personnages les plus importants de la ville (Jean de Bagis était également membre du Grand conseil du roi), appréciée par les marchands en pleine ascension sociale et en quête de reconnaissance.
Répondant à une logique de réappropriation honorifique, ce type d'imitation se pratiqua tout au long du siècle. Le marchand Jean Astorg procéda ainsi quand vers 1562, pour décorer les baies de son nouveau corps de bâtiment en fond de cour, il fit imiter les fenêtres de son voisin, Pierre Delpech (1554-1560), plusieurs fois capitoul et ligueur influent particulièrement impliqué dans la lutte contre les protestants. Ces fenêtres possèdent un encadrement appelé chambranle à crossettes, soutenu par quatre tronçons de pilastre. Ces derniers ne jouent pas un rôle de soutien mais apparaissent au contraire suspendus et dépendants du cadre qu'ils seraient censés supporter.
Certaines des fenêtres de l'hôtel de Massas (ou hôtel d'Aldéguier) ont été conçues à partir des modèles gravés du Livre extraordinaire de l'architecte royal Sebastiano Serlio. Une édition de cet ouvrage, conservée à Paris, renferme une feuille de dessins de la main de l'architecte de l'hôtel de Massas. Ils détaillent les réflexions menées par le concepteur sur les profils des fenêtres de la cour et leur décoration à partir des modèles gravés par Serlio. Ils sont très certainement dus au fils de Nicolas Bachelier, Dominique, qui fut l'un des grands constructeurs de la seconde moitié du XVIe siècle. Cette feuille d'esquisses nous renseigne sur le goût et les préférences d'un architecte pour les formes extraordinaires qu'il crée, mélange et combine à l'envi. Elle est, à ce jour, le témoignage le plus ancien conservé de l'invention graphique d'un architecte-artiste français.
Les fenêtres de la maison d'Élie Géraud, maître orfèvre, sont plus modestes car faites en bois et placées sur une maison à corondage. Elles témoignent du désir d'imiter les baies à l'encadrement de pierre des hôtels particuliers.
Ainsi l'étonnante diversité de style des fenêtres toulousaines de la Renaissance révèle-t-elle aussi bien l'influence de nombreuses sources formelles prestigieuses que la foisonnante créativité des architectes dans l'adaptation de celles-ci.

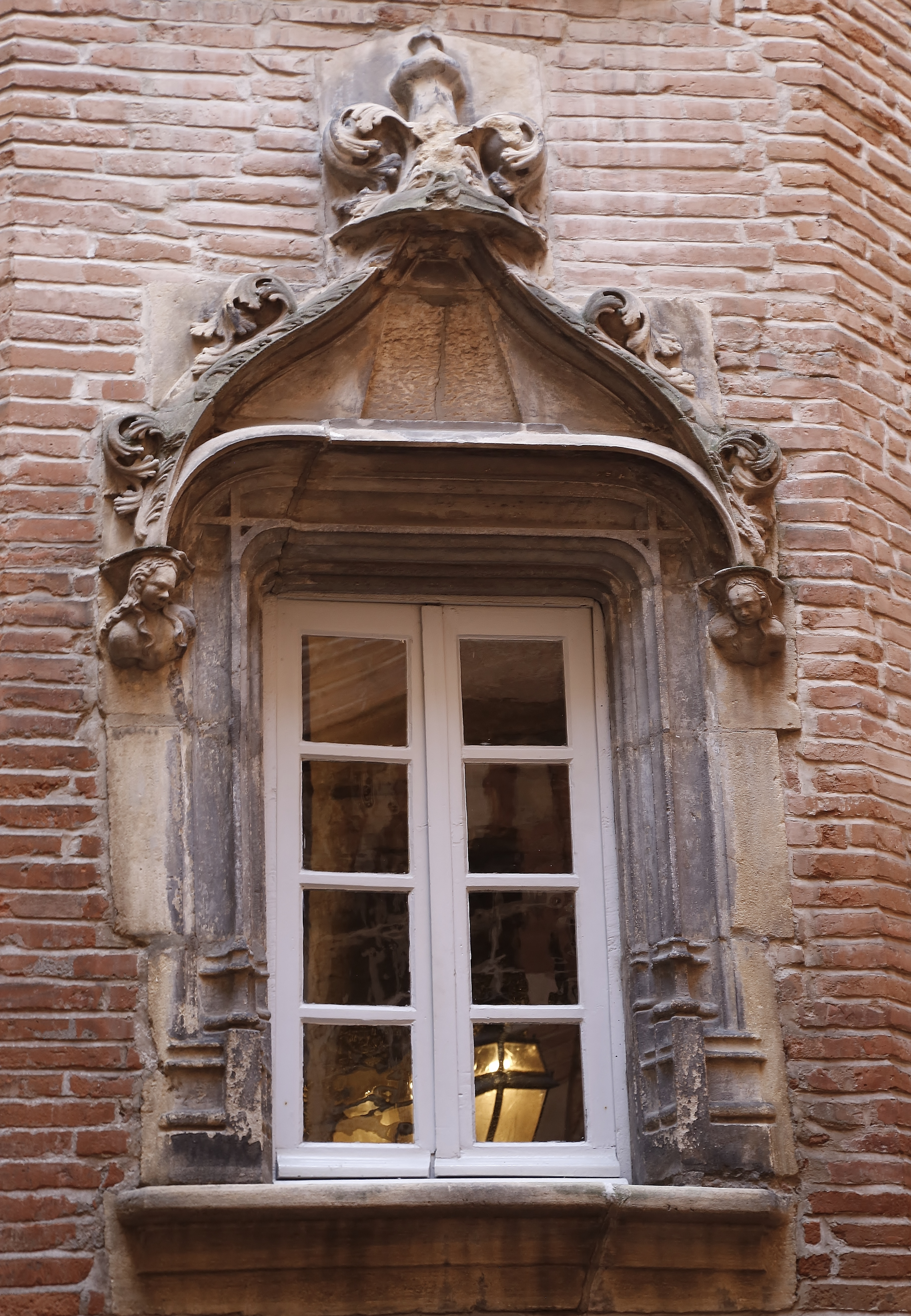
Hôtel Bérenguier Bonnefoy (cour), fenêtre gothique (1513) aux modillons représentant des bustes annonçant le style Renaissance.
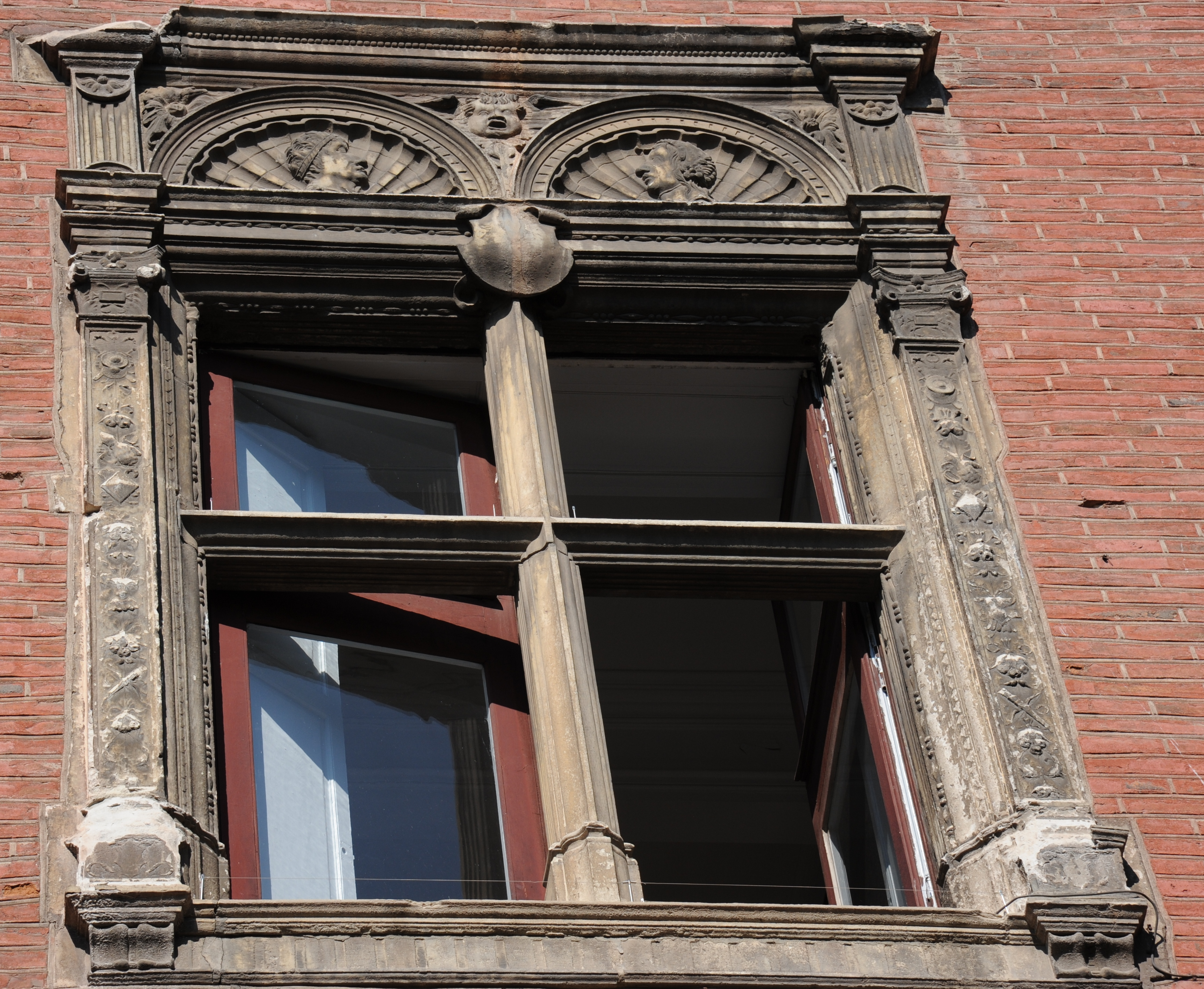
Hôtel du Vieux-Raisin (façade arrière).
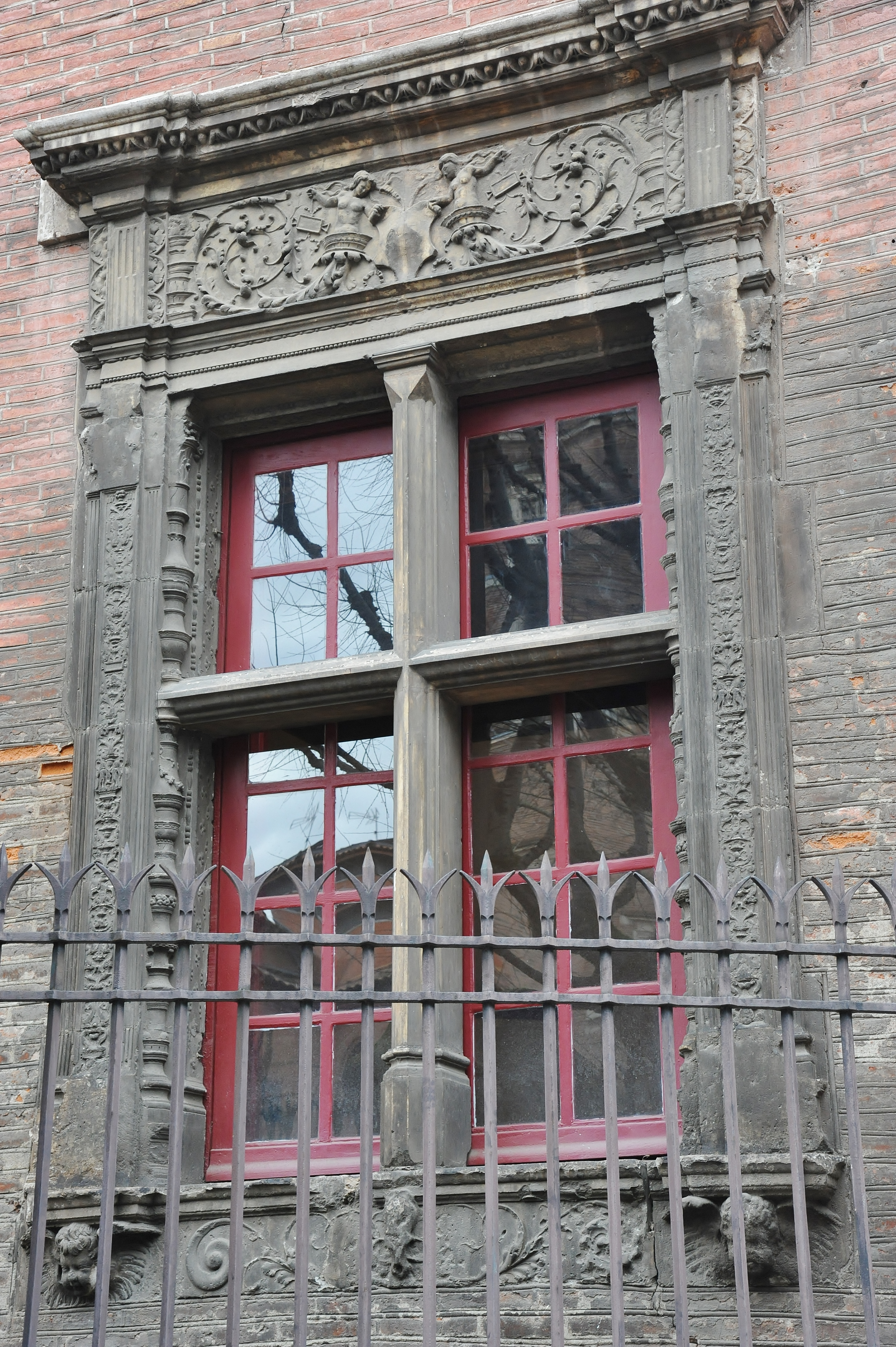
Hôtel du Vieux-Raisin (façade arrière).
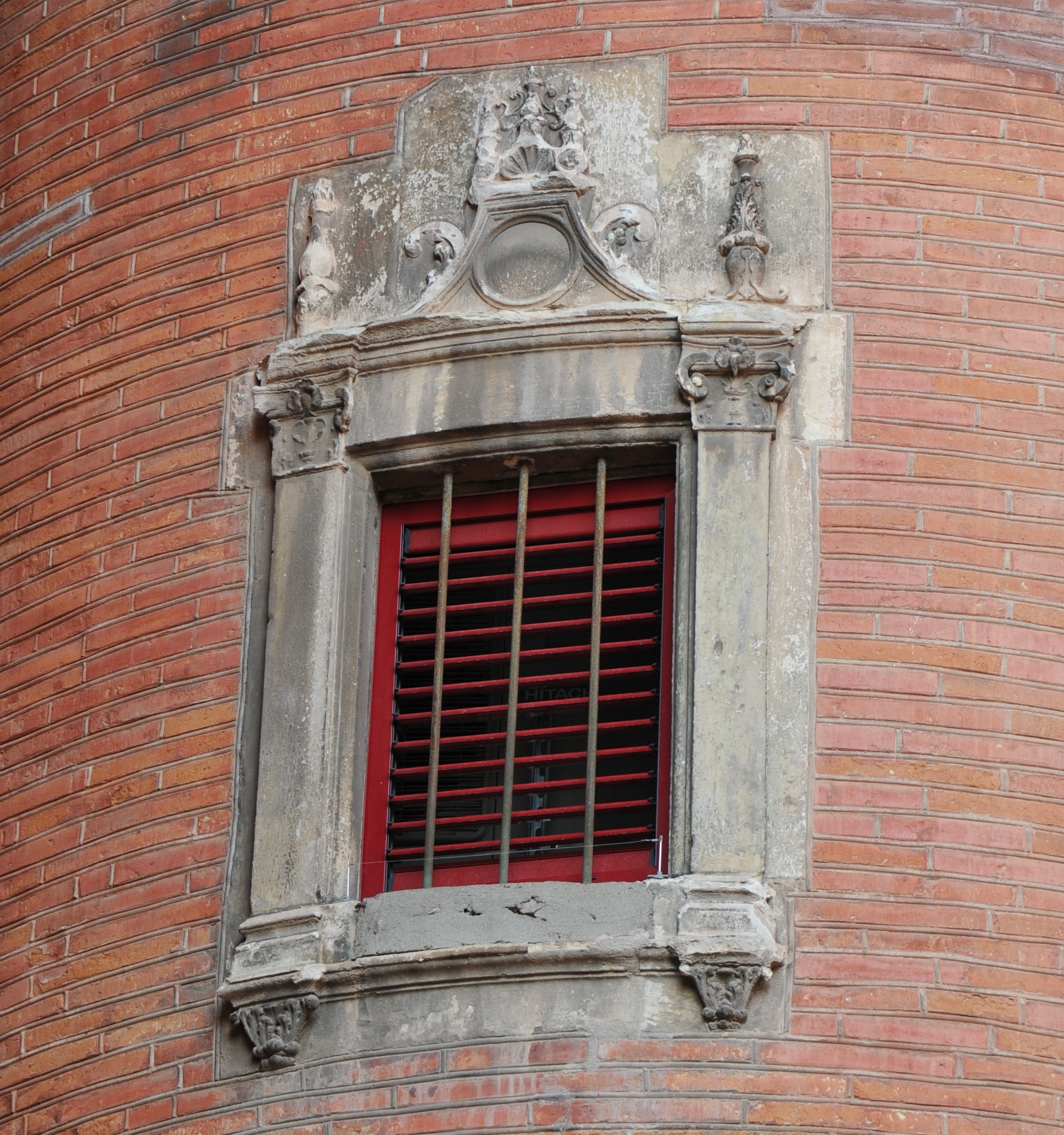
Hôtel du Vieux-Raisin (façade arrière).
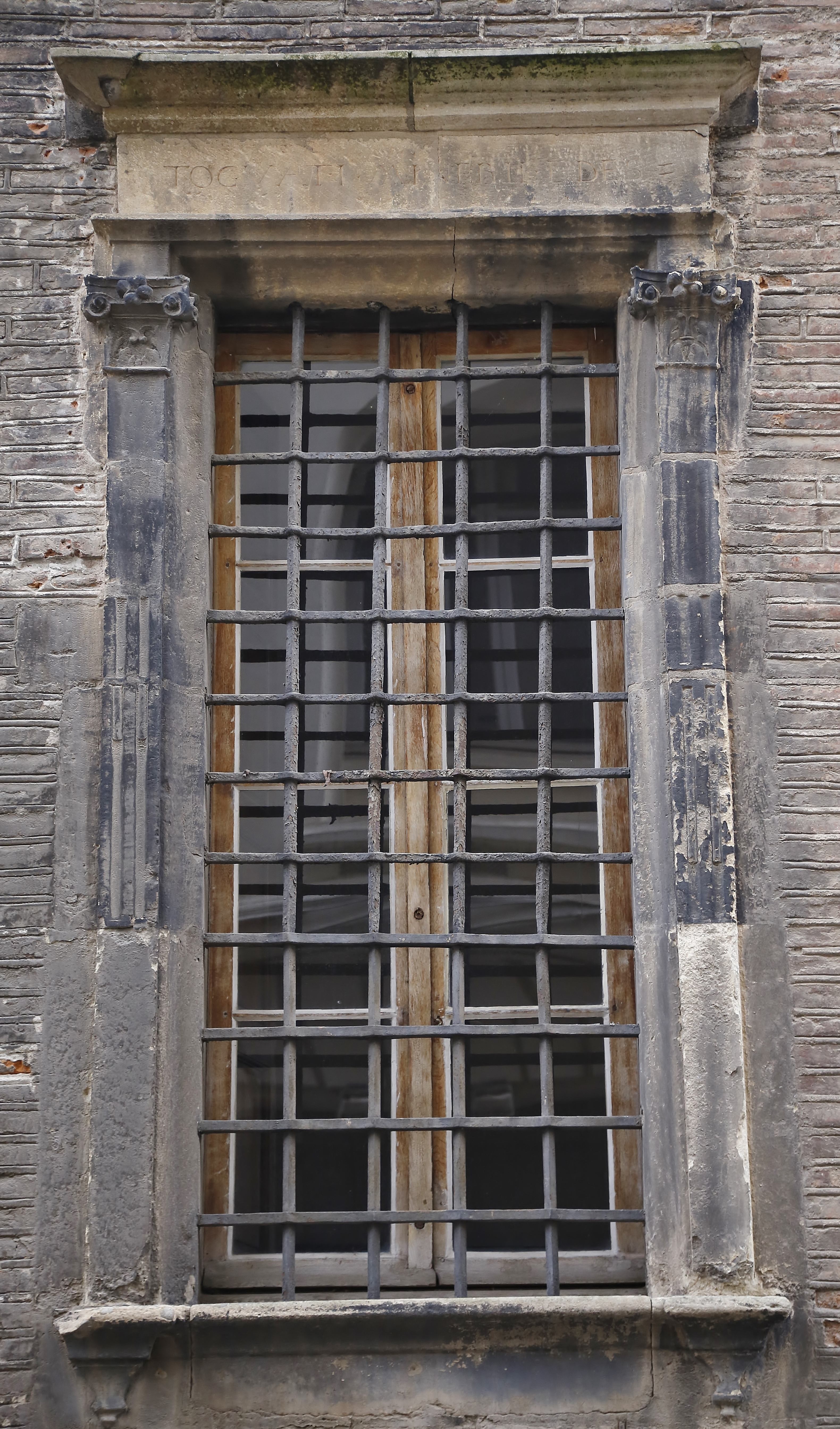
Hôtel du Vieux-Raisin (façade sur la rue Félix).
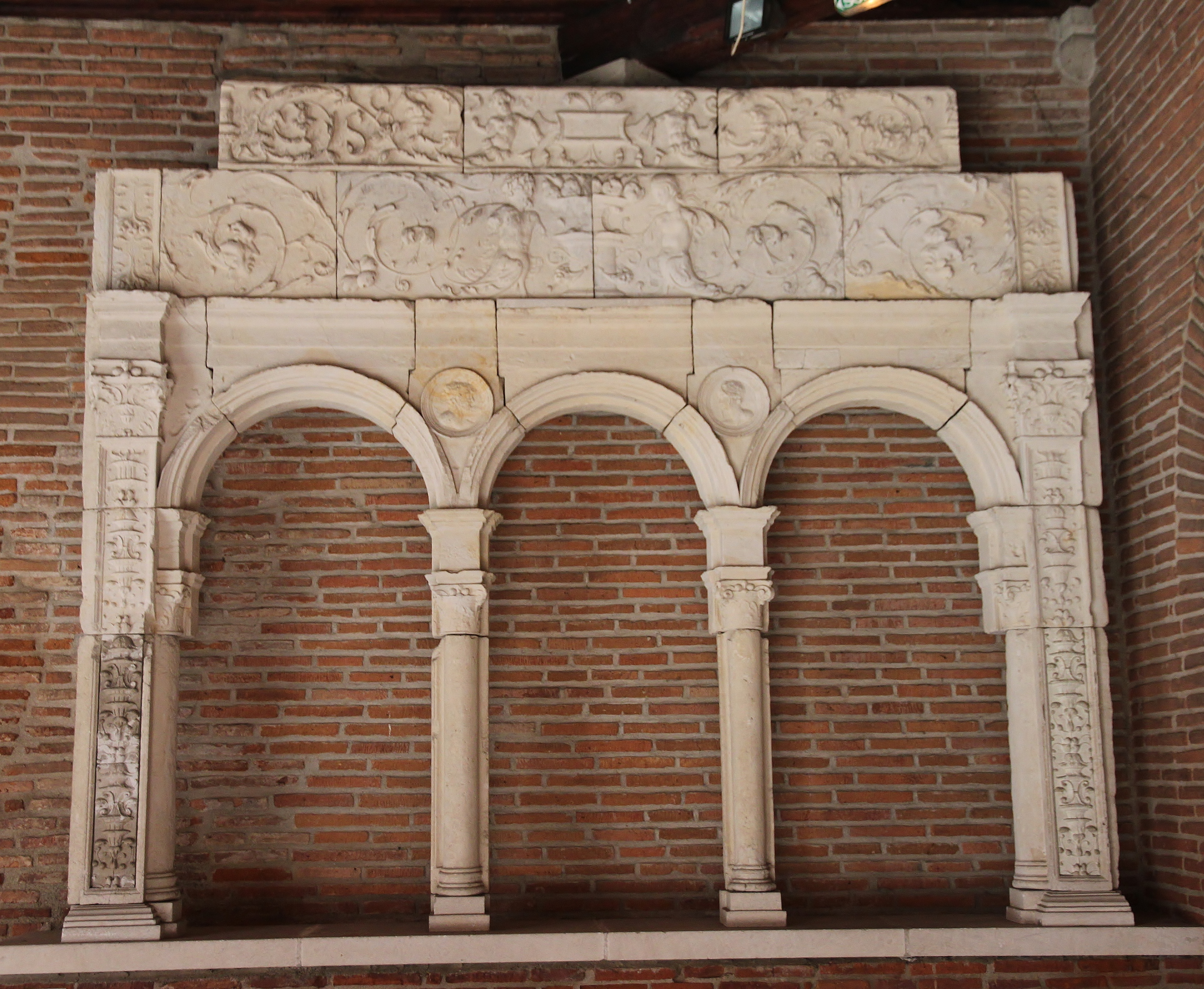
Hôtel du Vieux-Raisin (façade détruite).
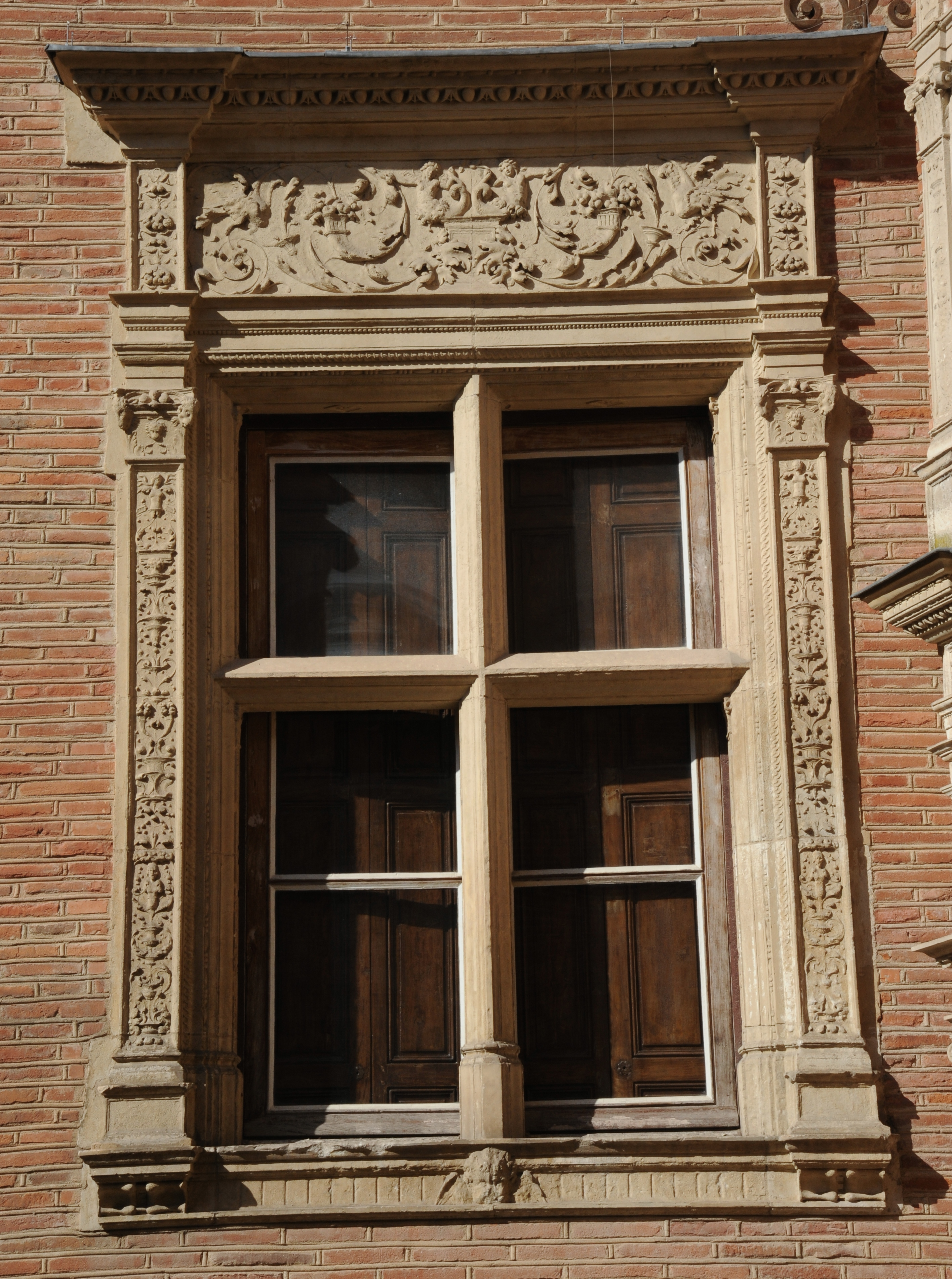
Hôtel du Vieux-Raisin.
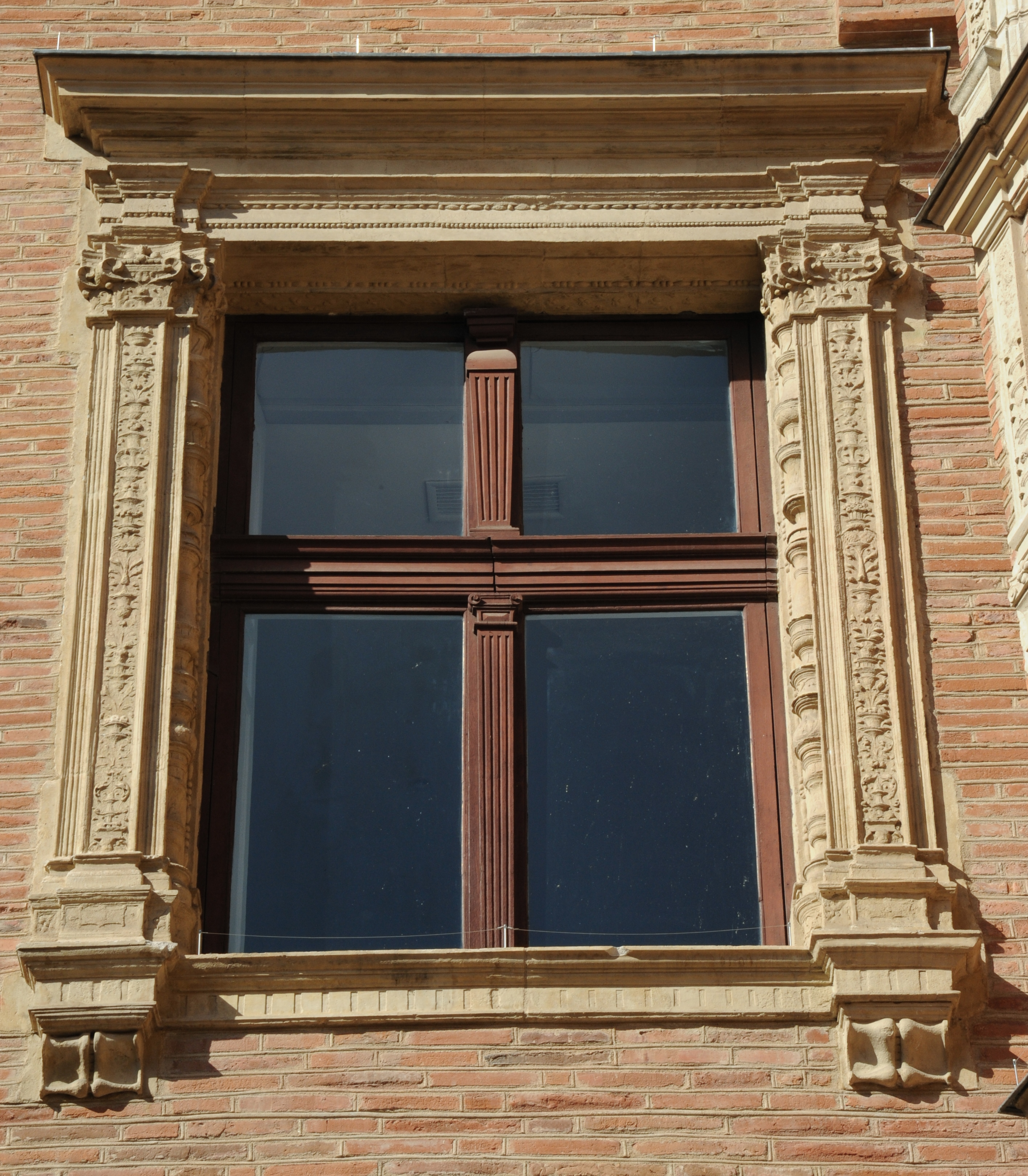
Hôtel du Vieux-Raisin.
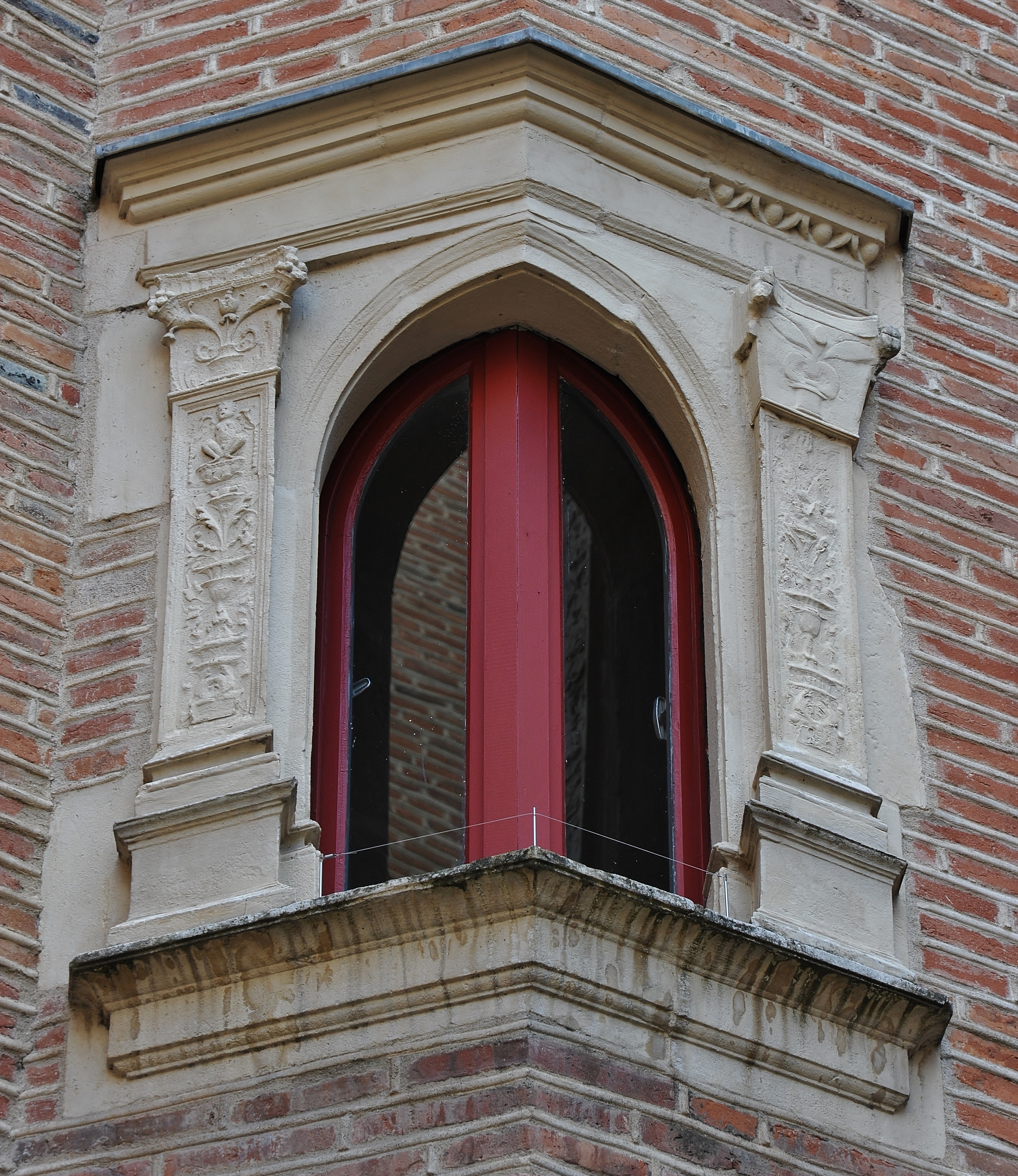
Hôtel du Vieux-Raisin.
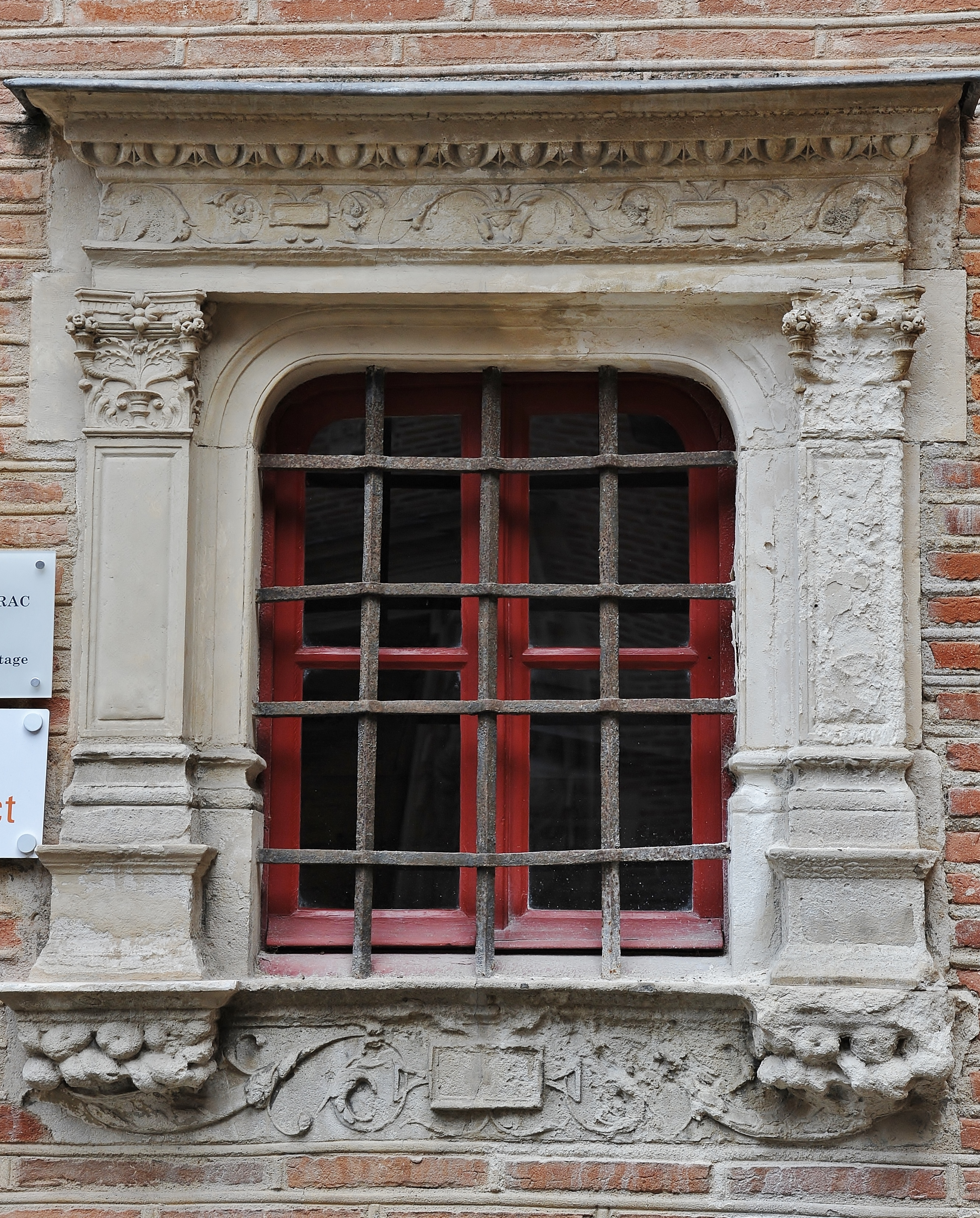
Hôtel du Vieux-Raisin.
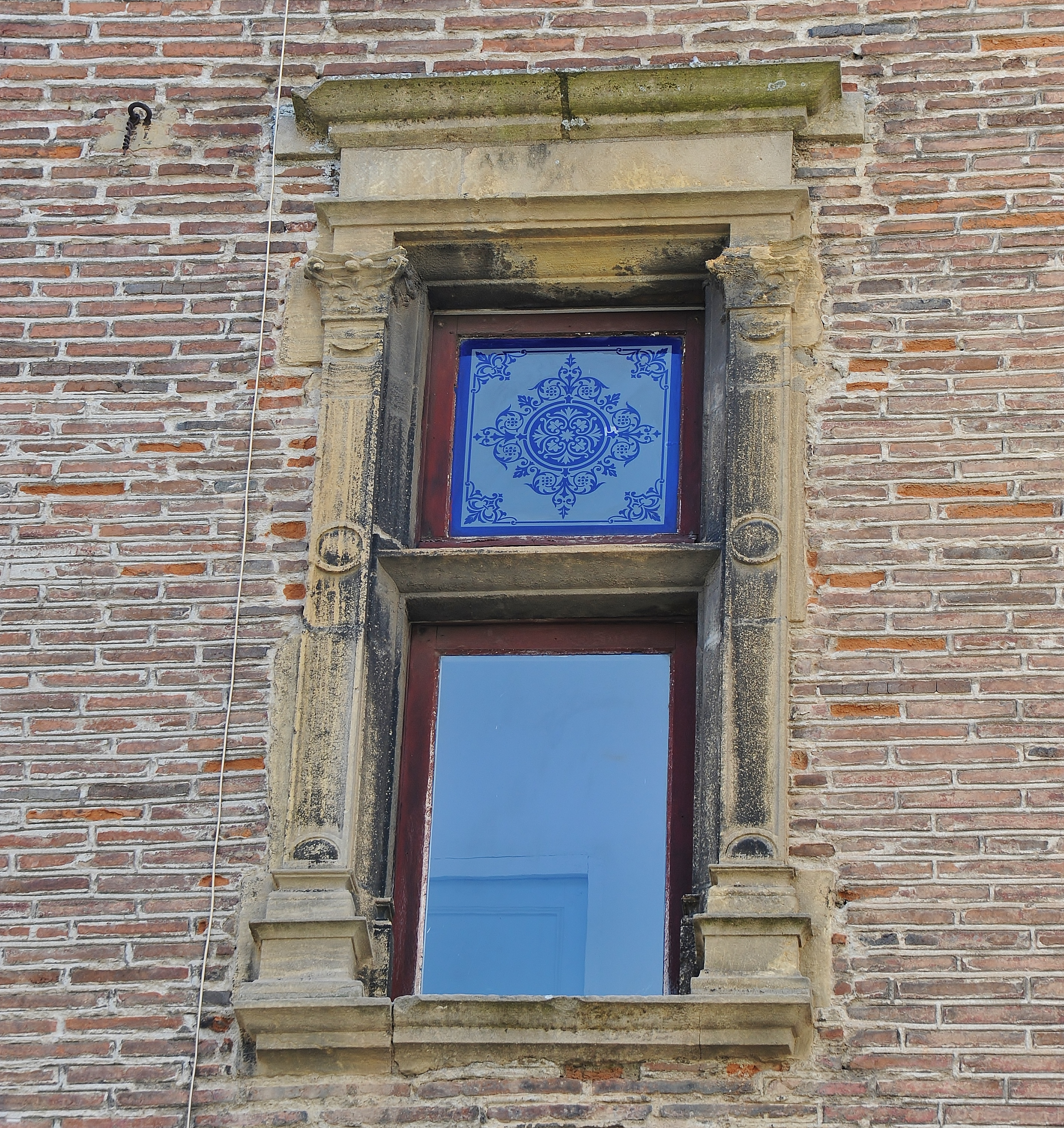
Hôtel du Vieux-Raisin.
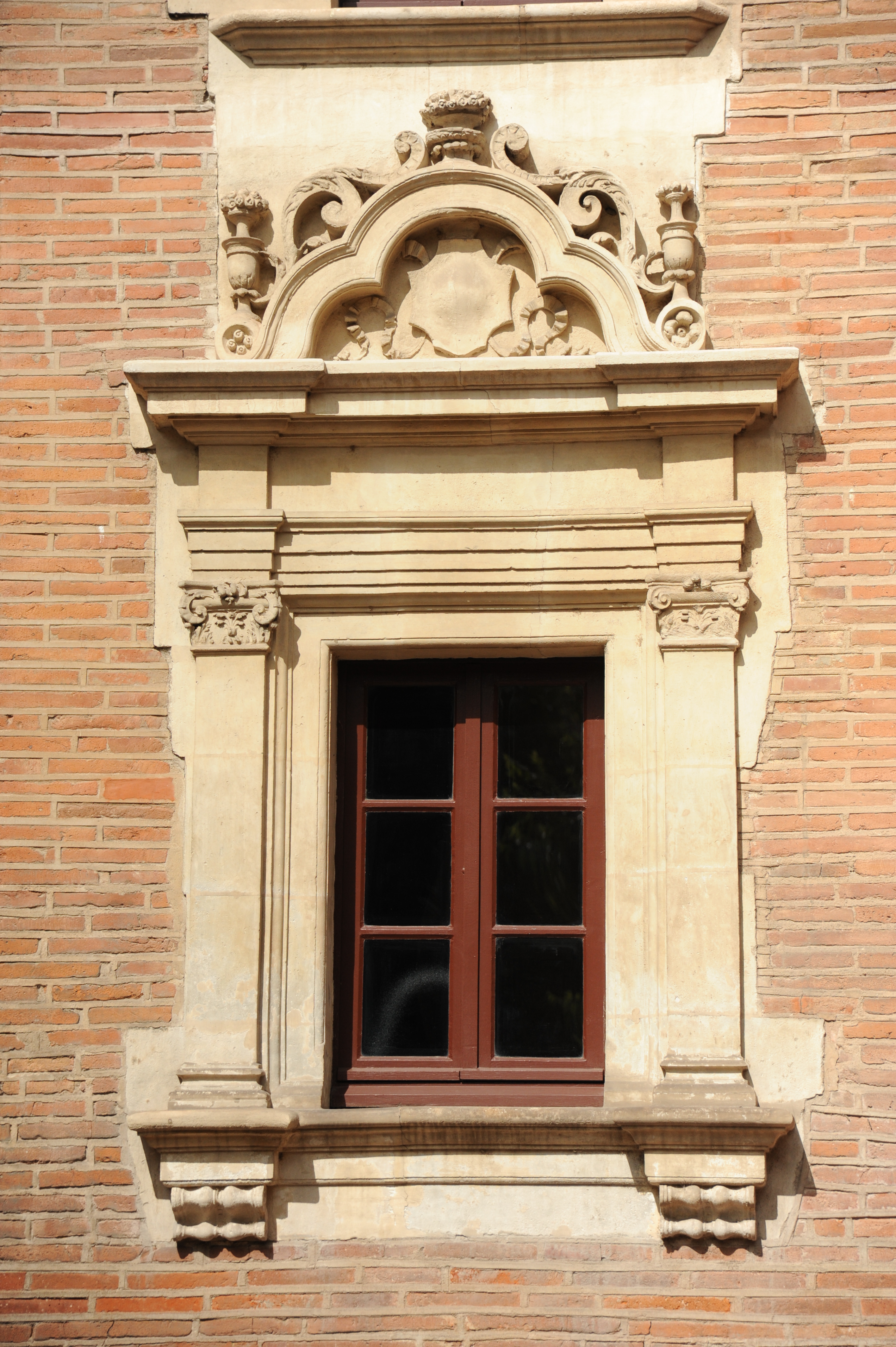
Hôtel de Tournoer.
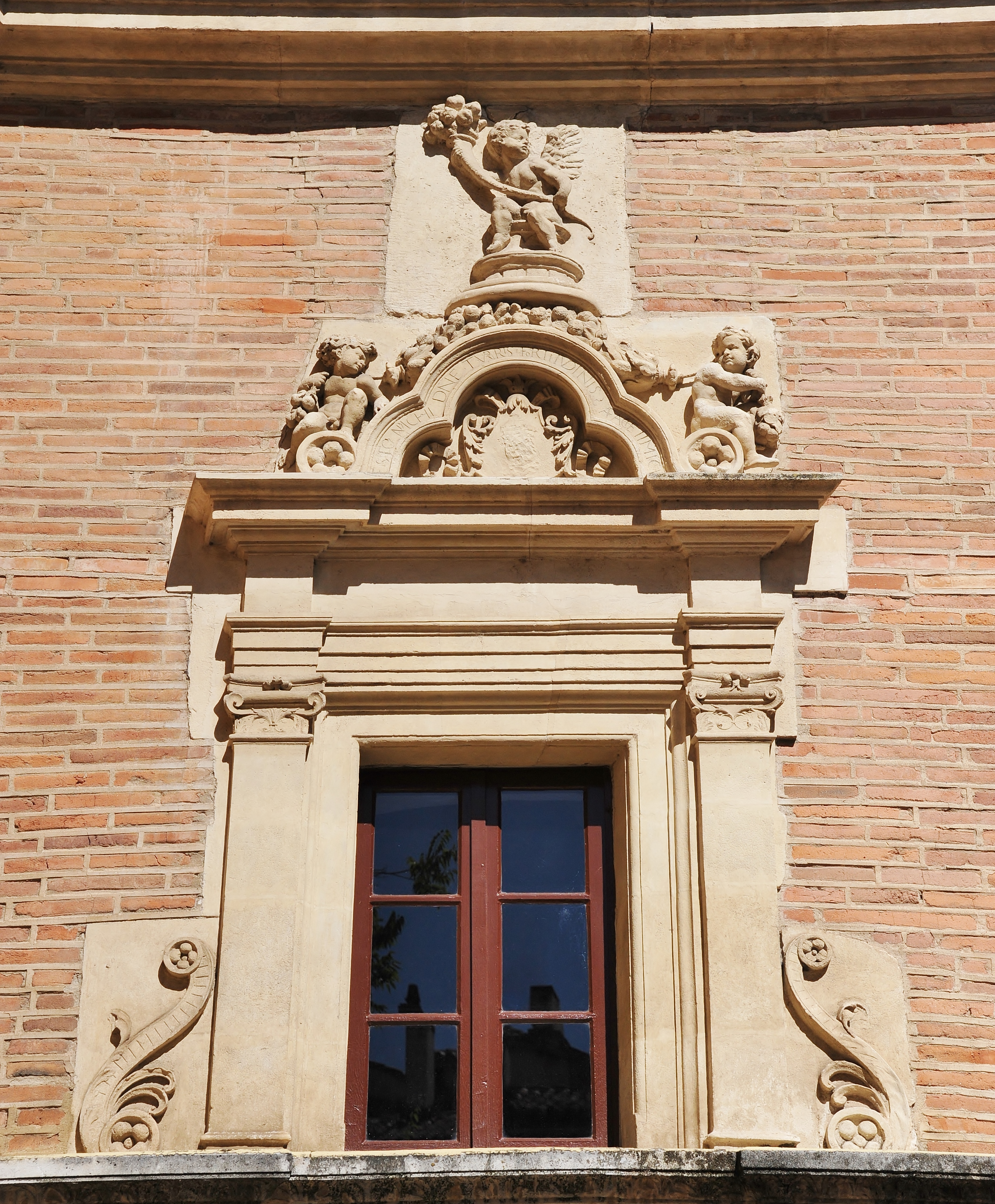
Hôtel de Tournoer.
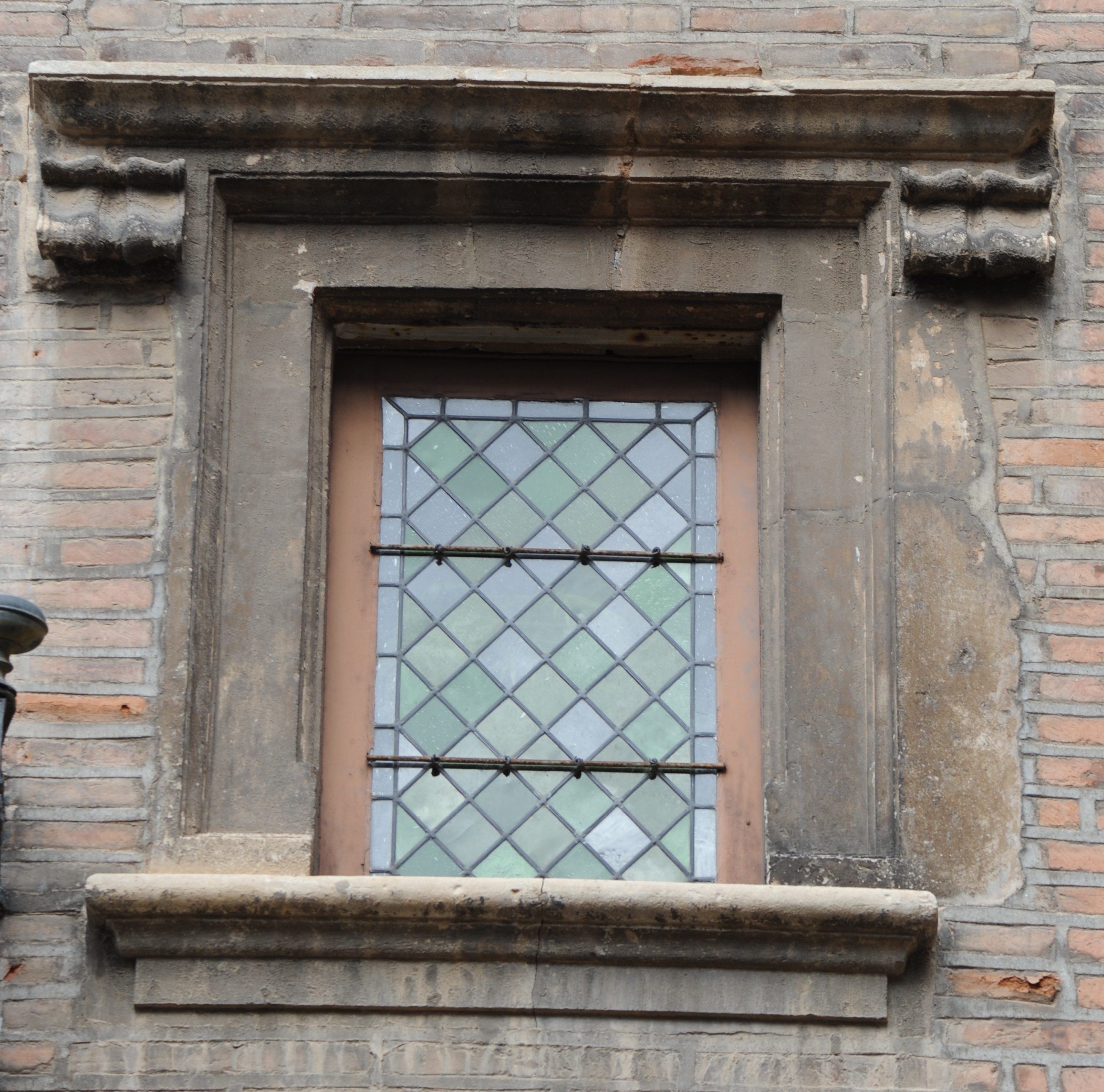
Hôtel d'Ulmo (tour).
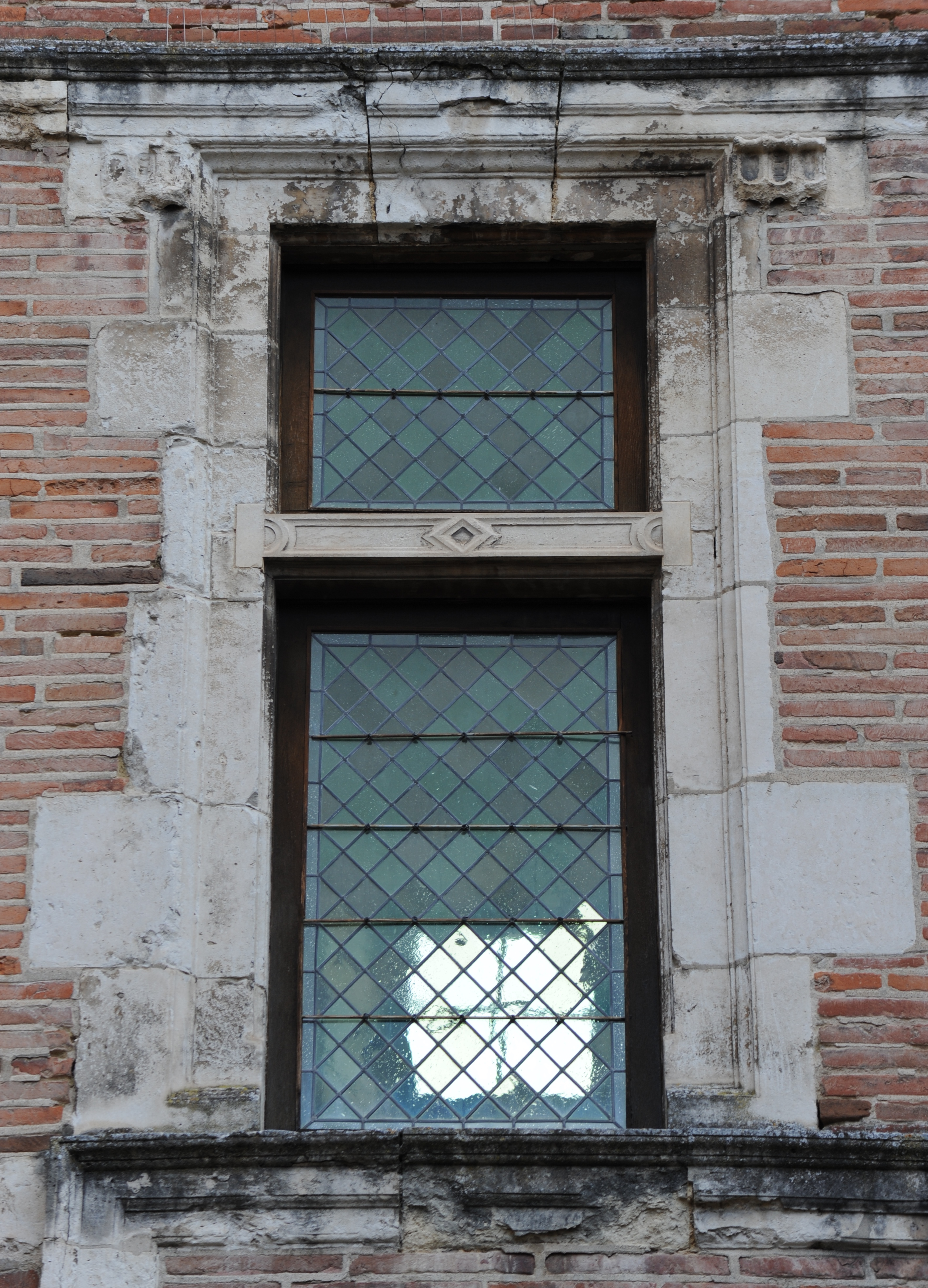
Hôtel d'Ulmo.
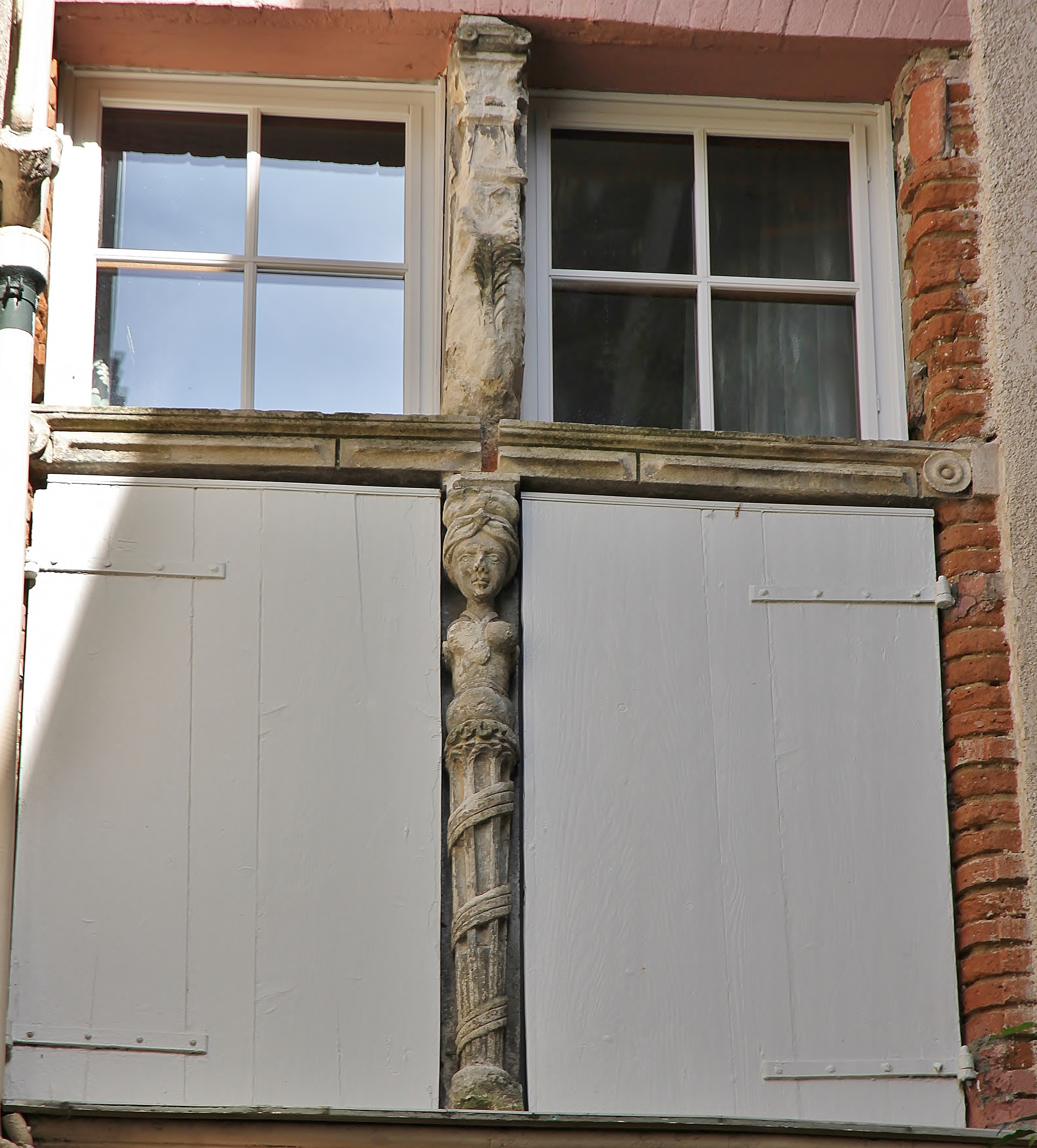
18 rue des Paradoux (cour).
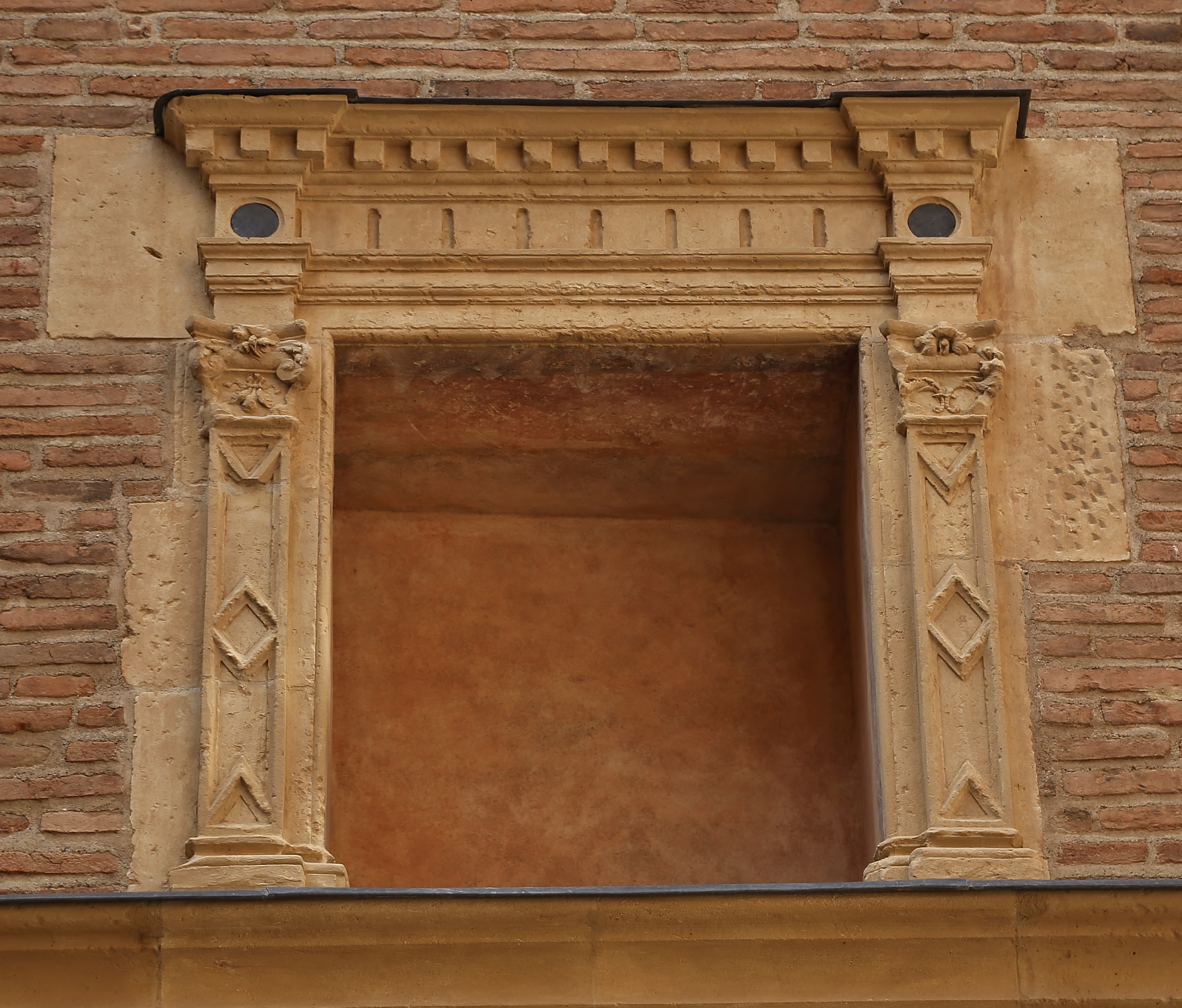
Hôtel de Bernuy.
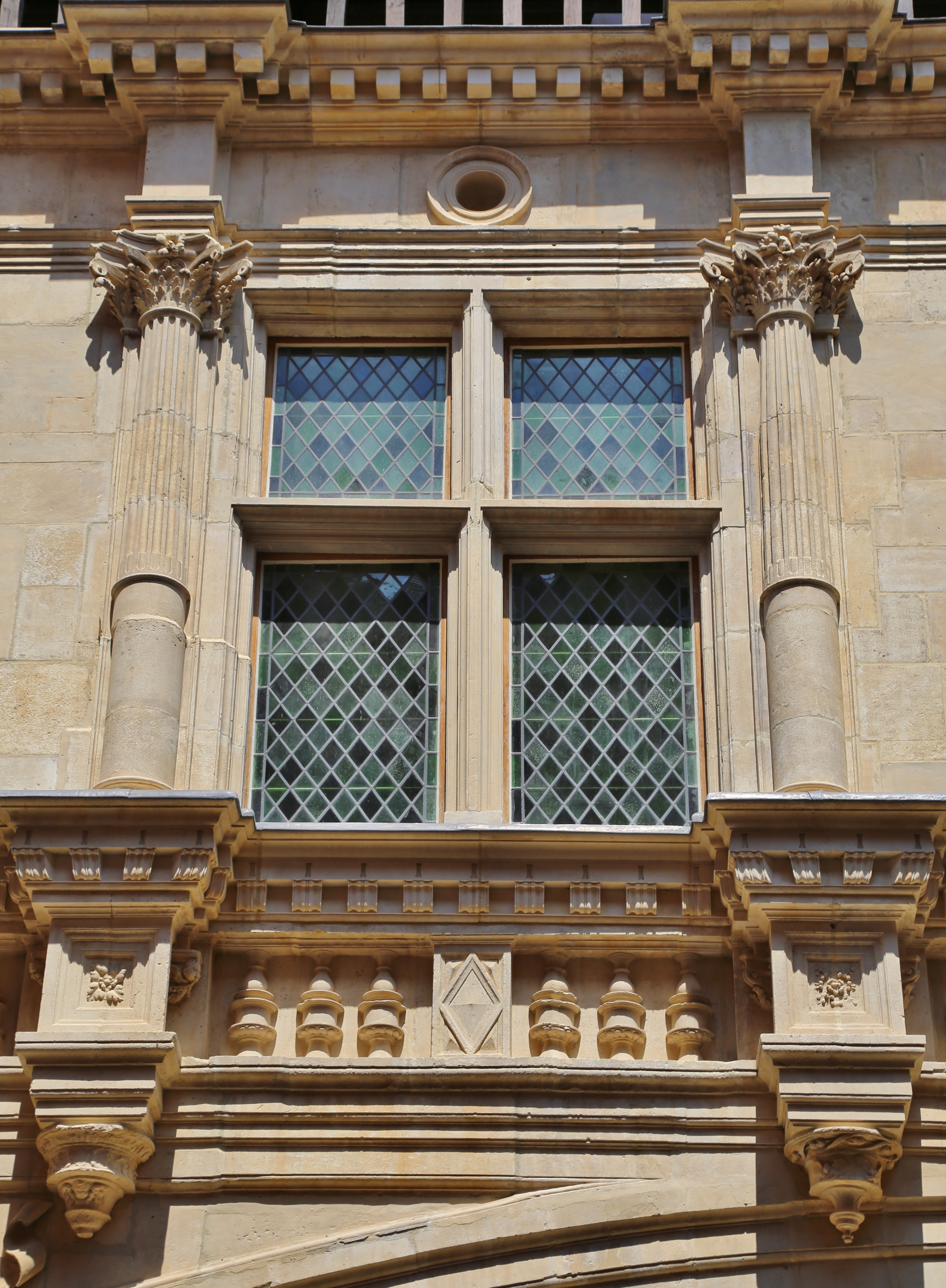
Hôtel de Bernuy.
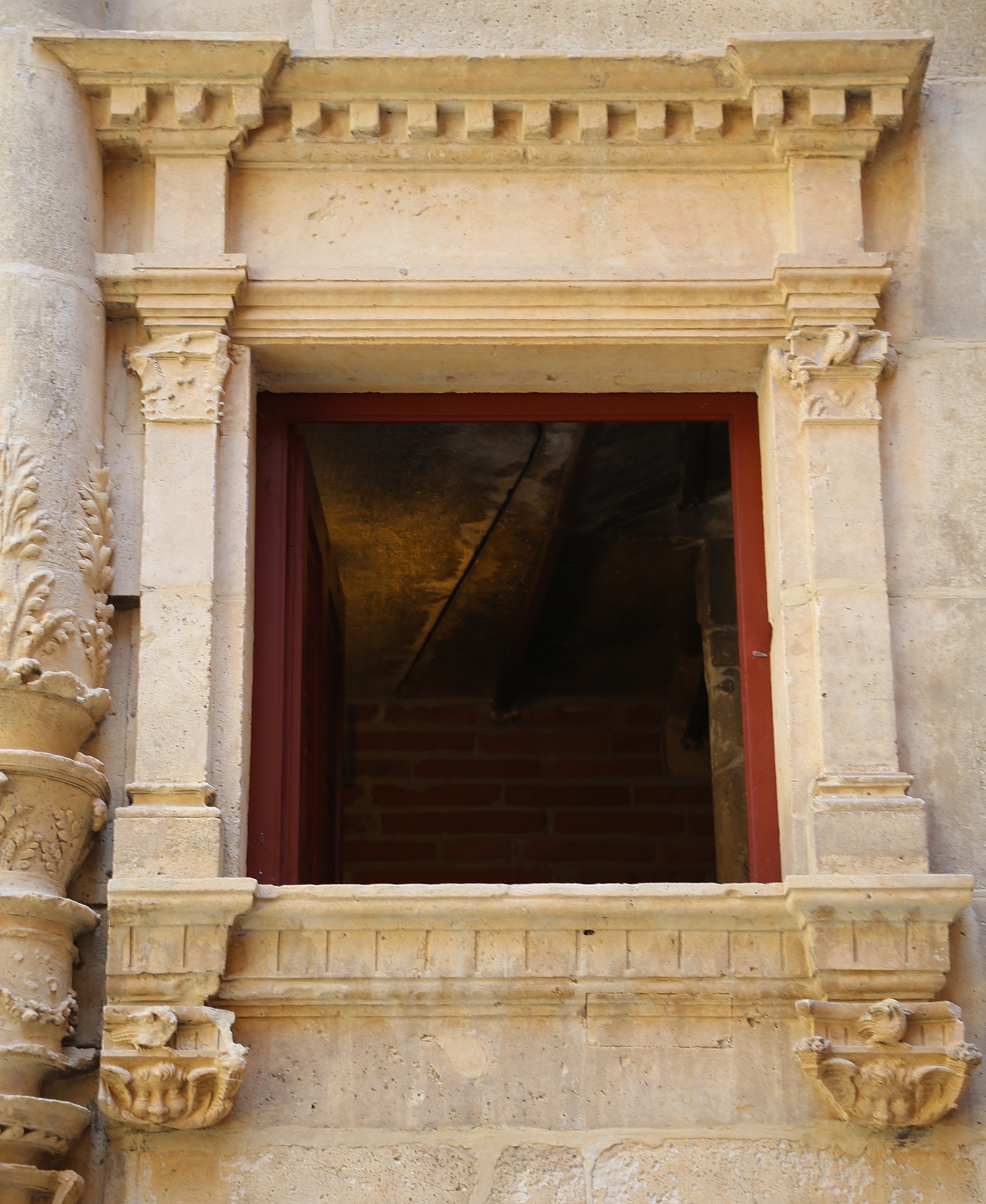
Hôtel de Bernuy.
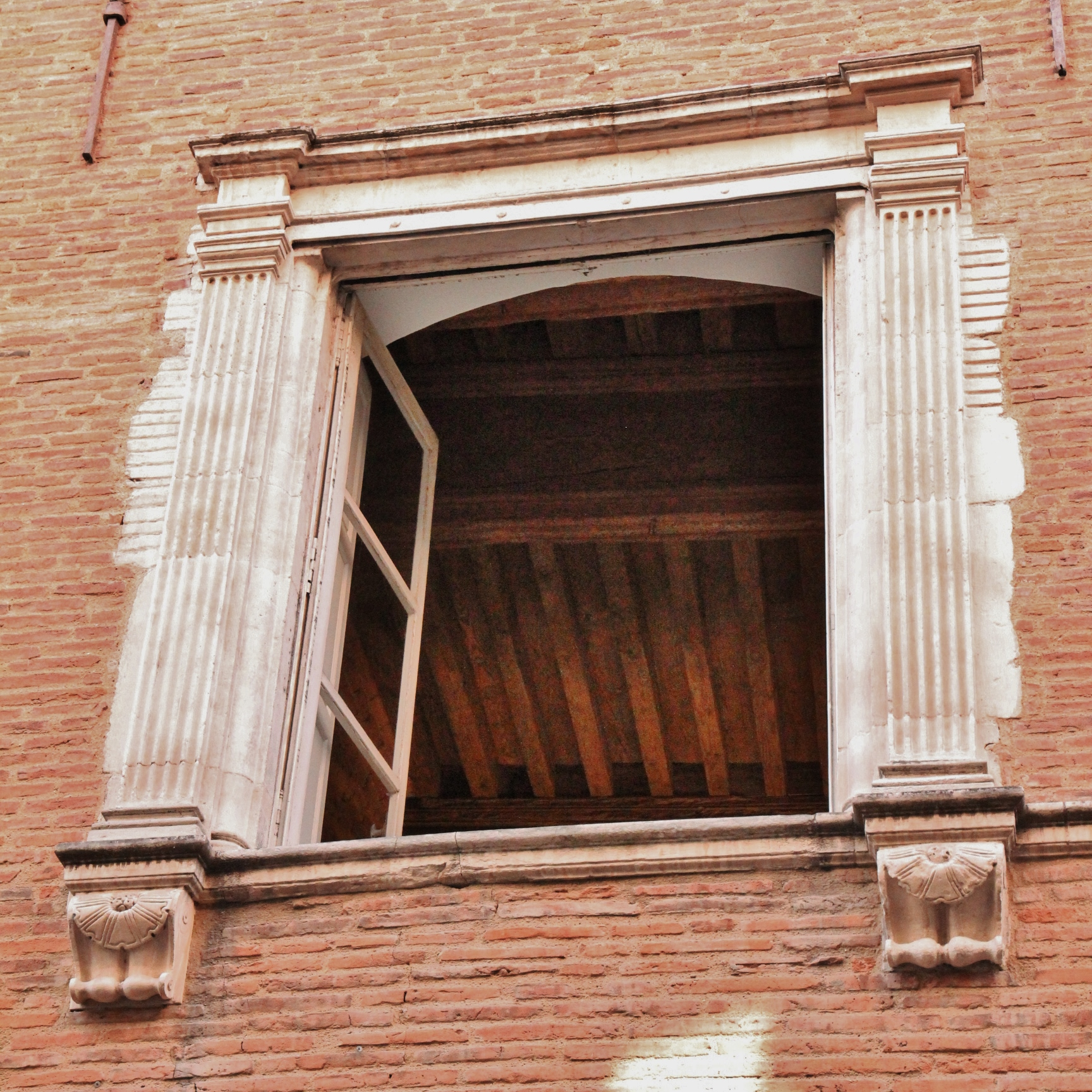
Hôtel d'Astorg (rue).
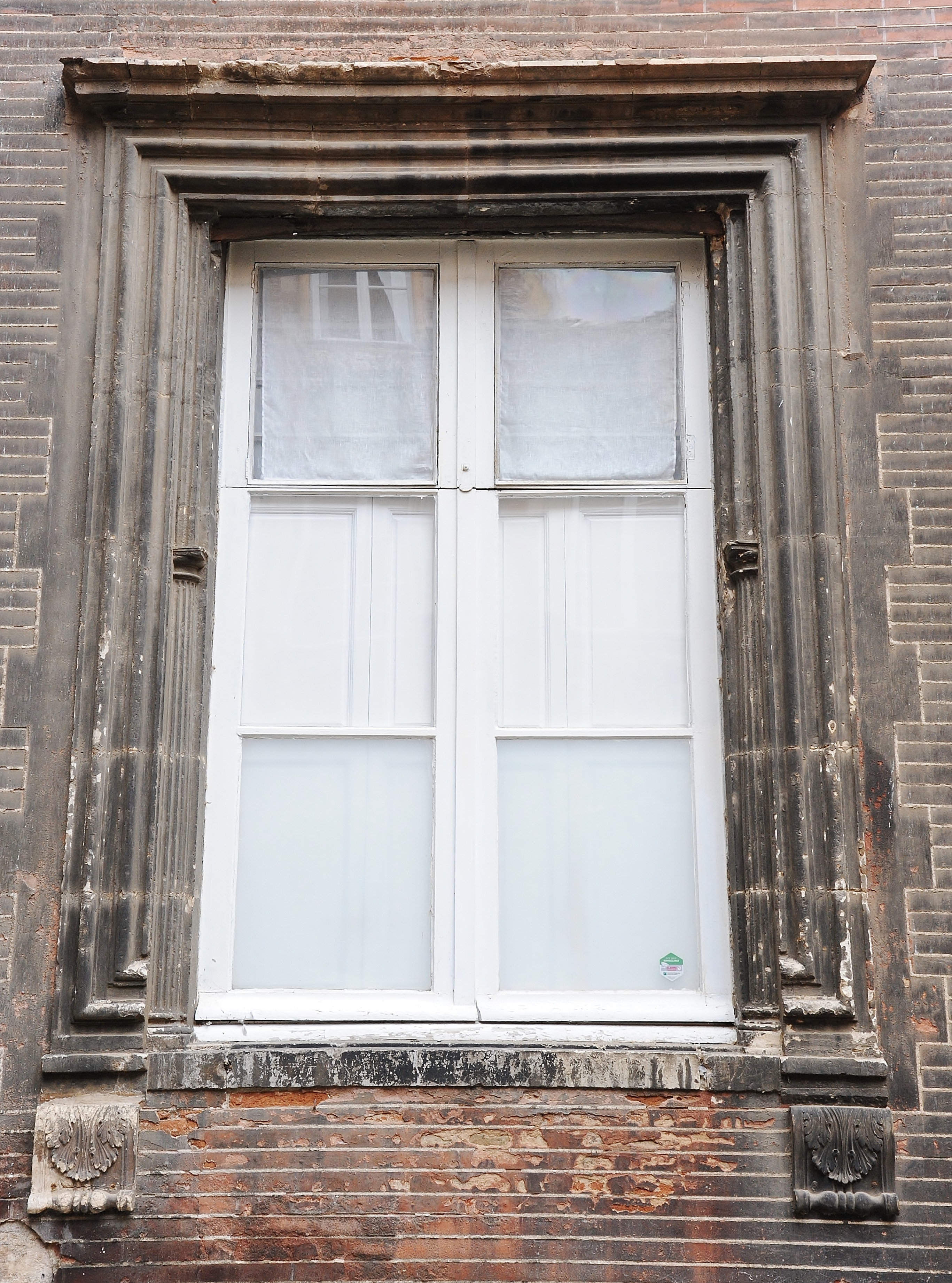
Hôtel de Bagis, rez-de-chaussée.
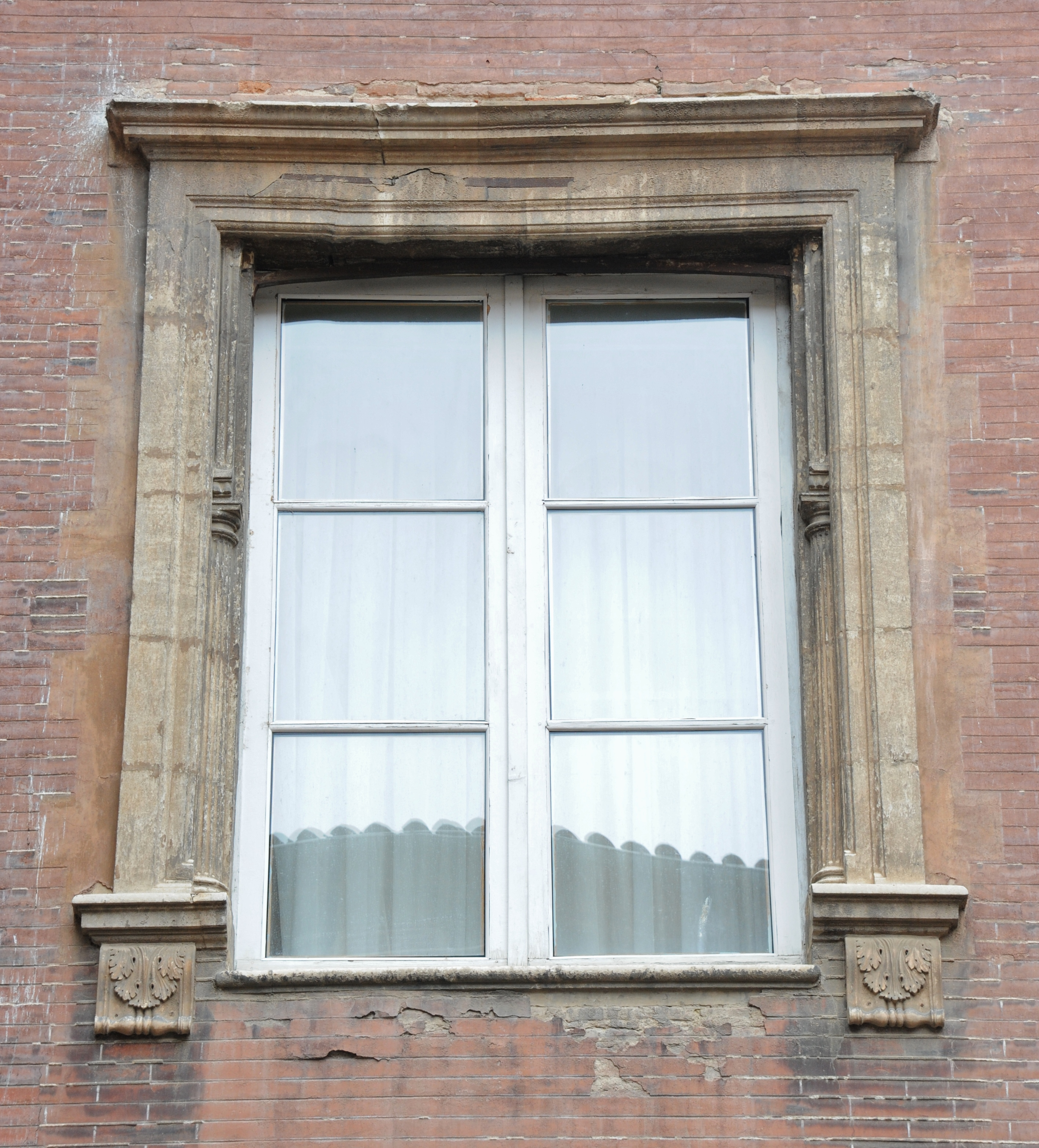
Hôtel de Bagis, premier étage.
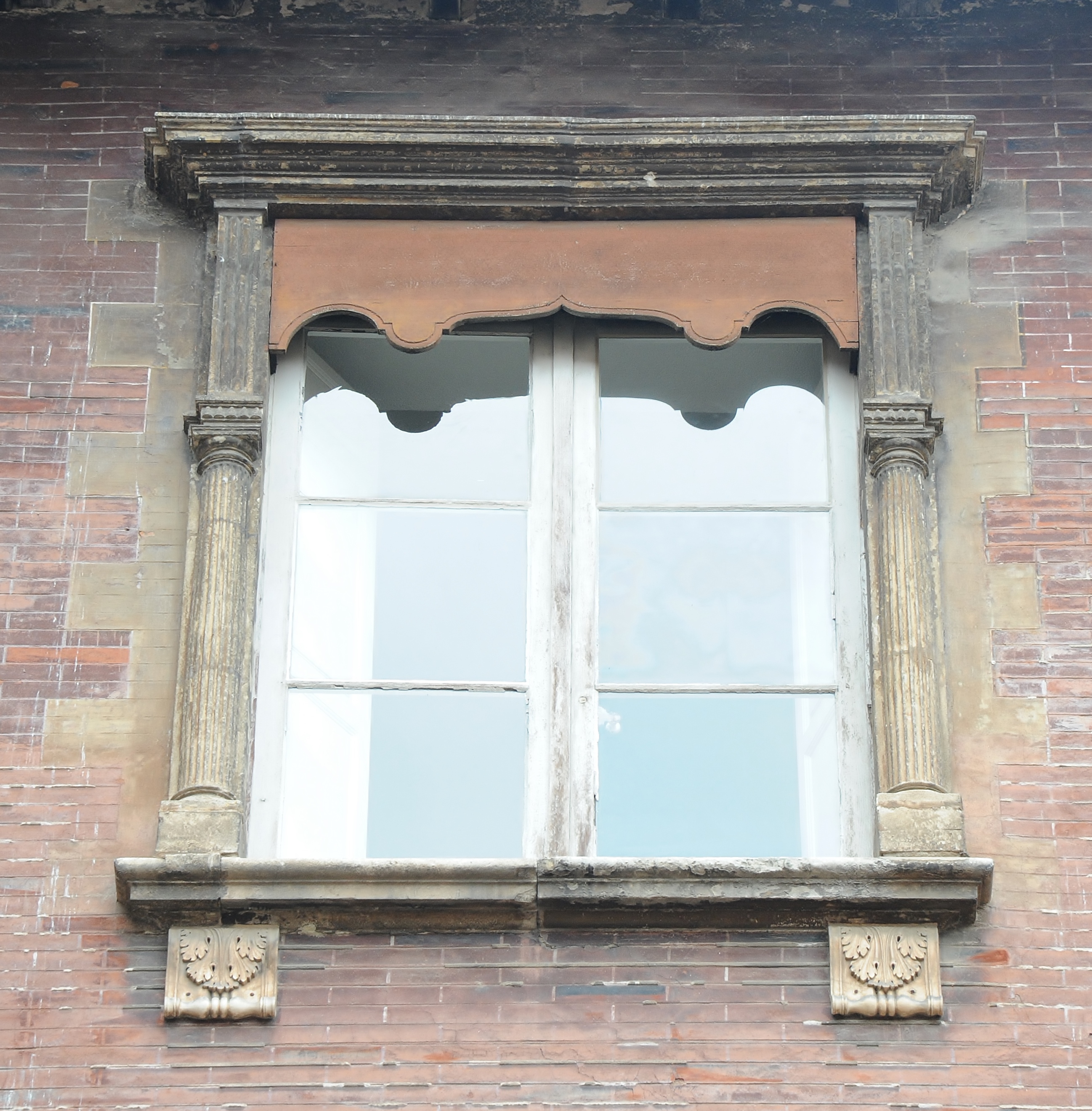
Hôtel de Bagis, deuxième étage.
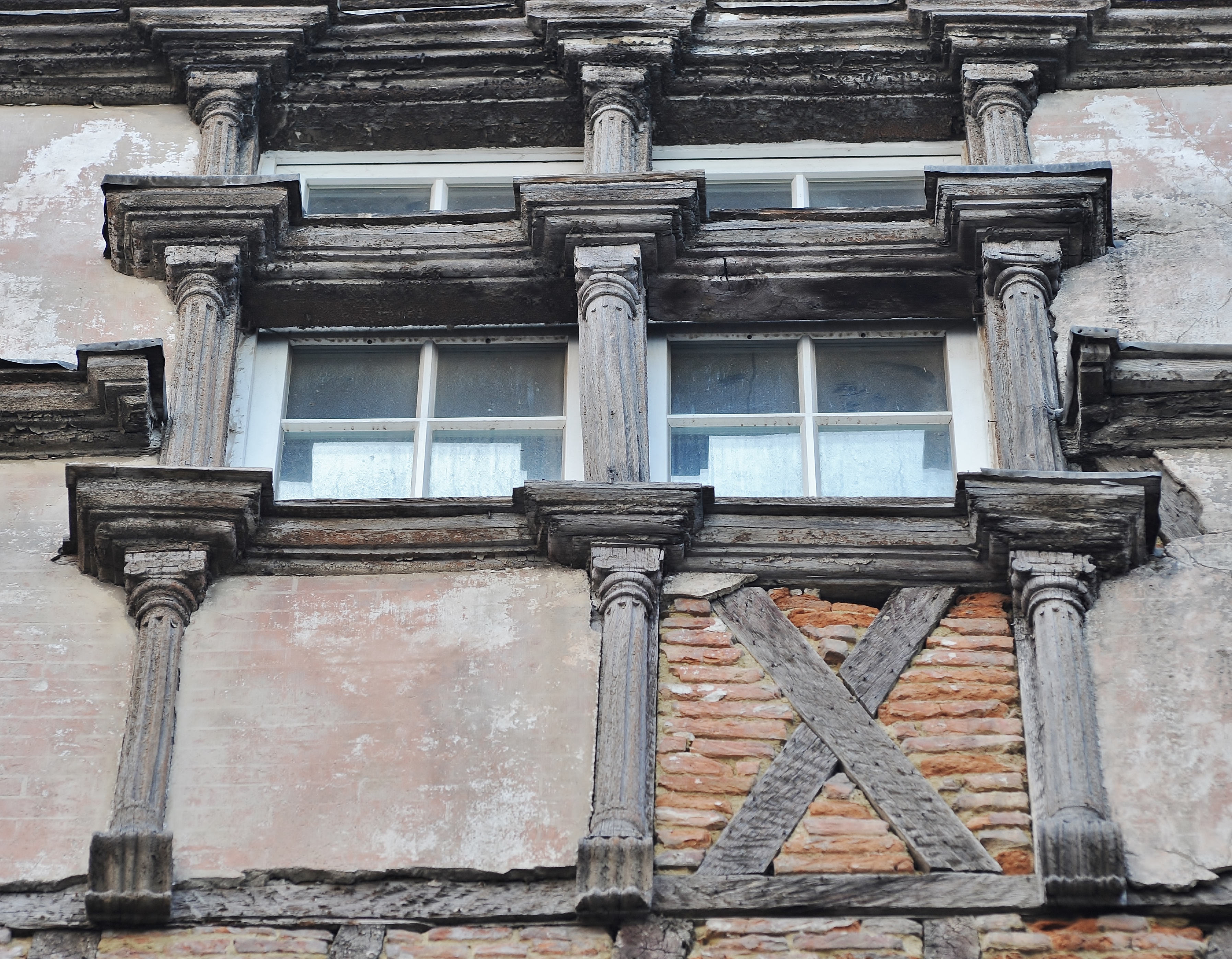
Hôtel Boscredon (en bois).
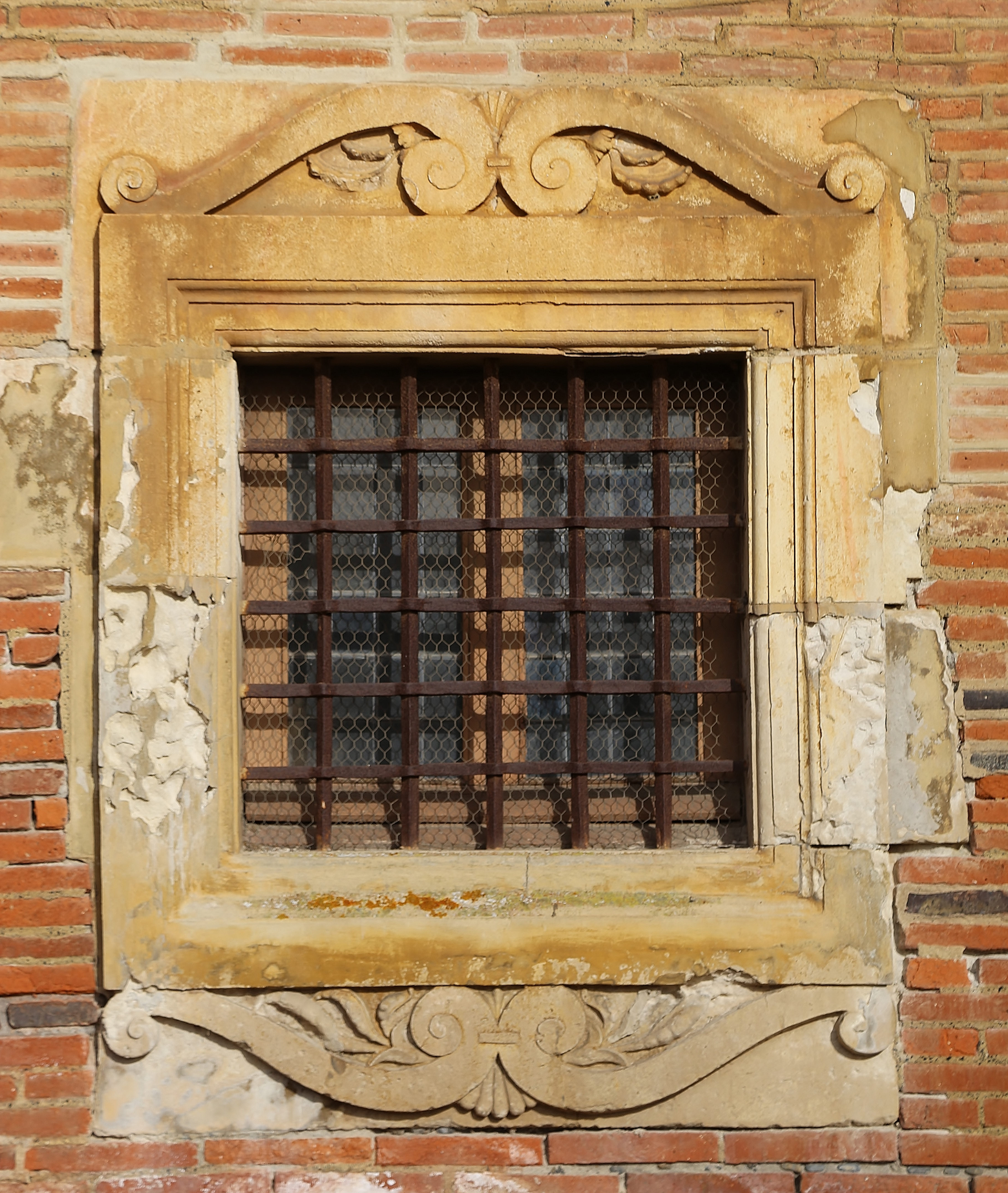
Château de Pibrac, rez-de-chaussée.
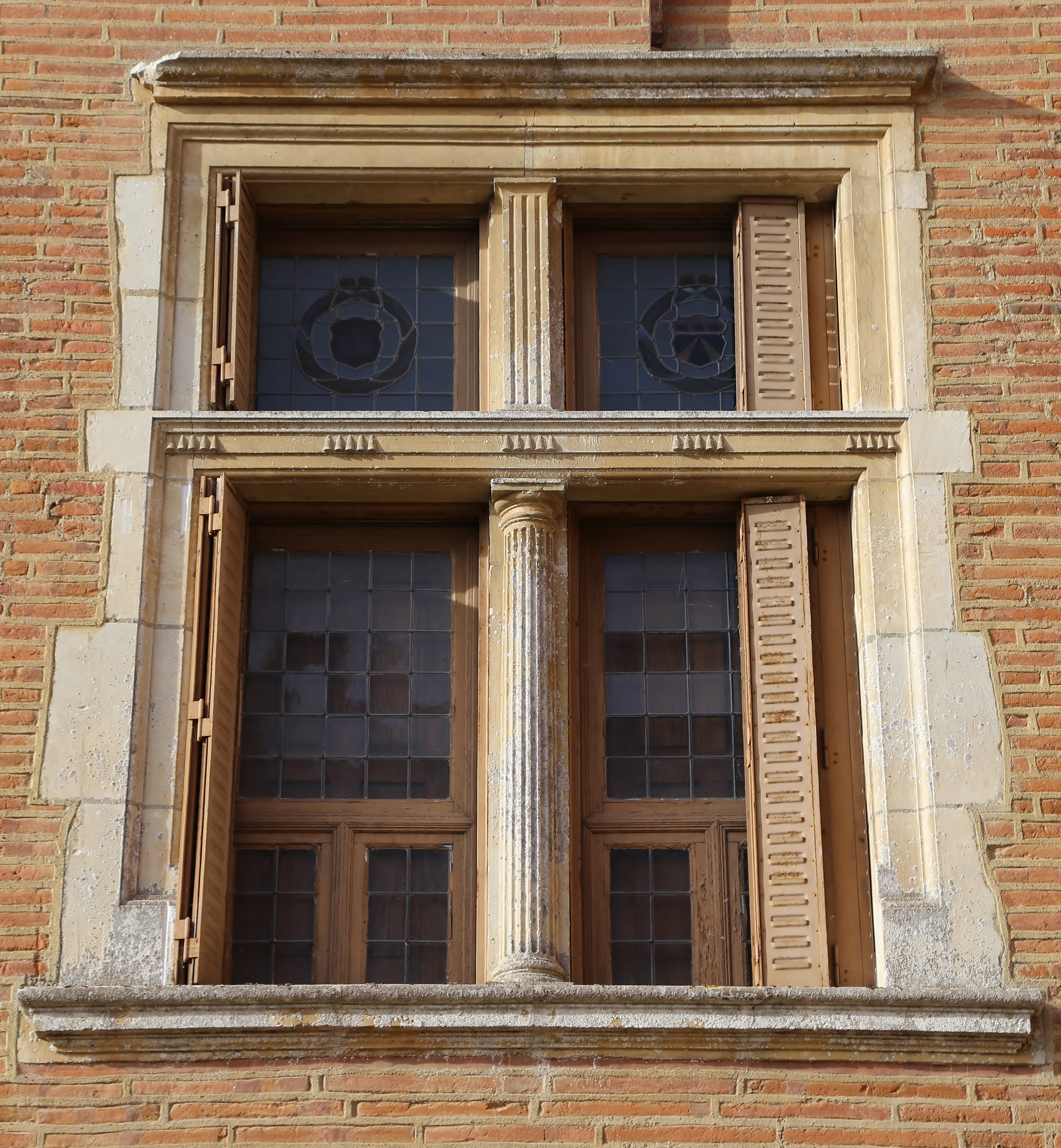
Château de Pibrac, premier étage.
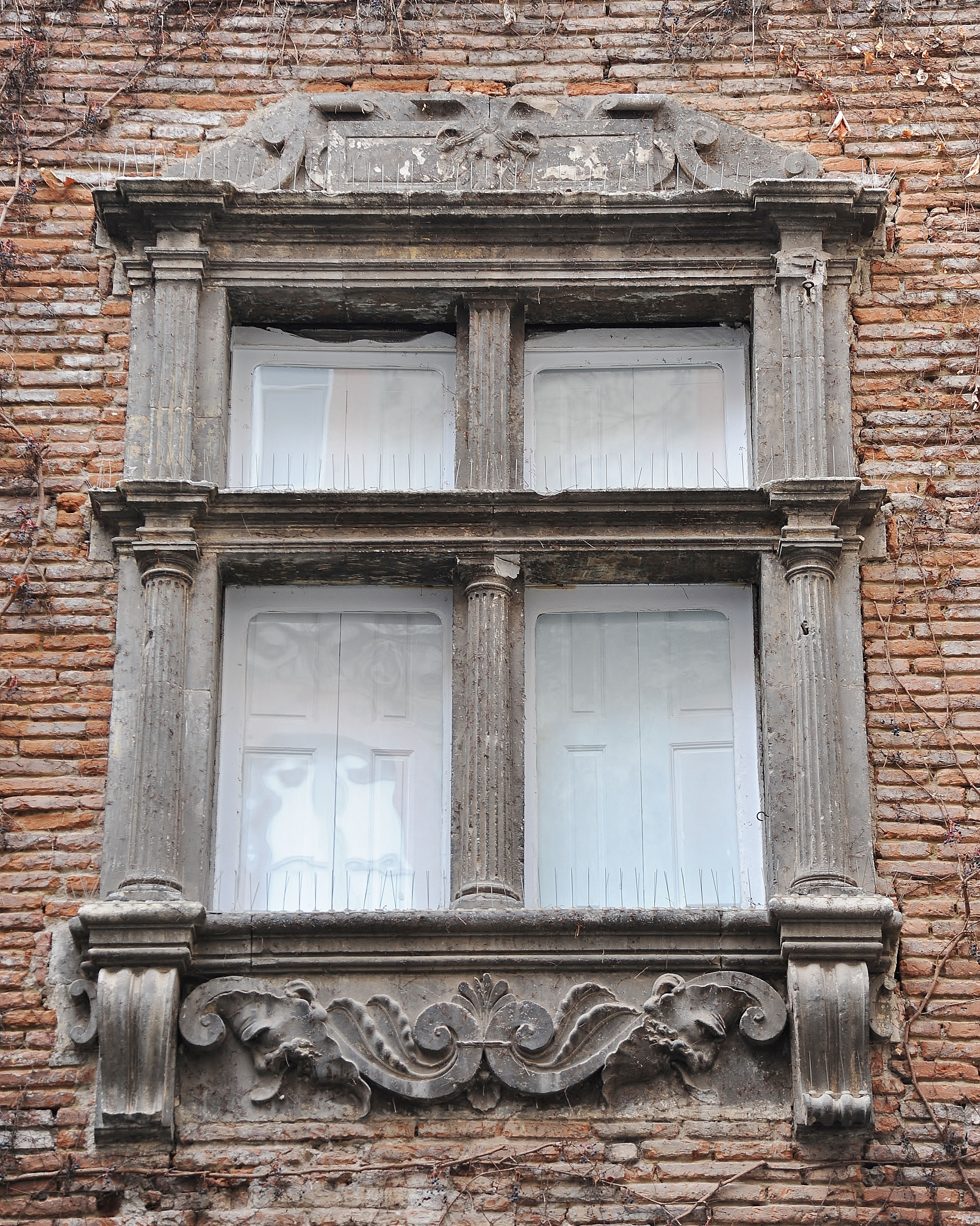
Hôtel de Guillaume de Bernuy (ou hôtel de Buet).
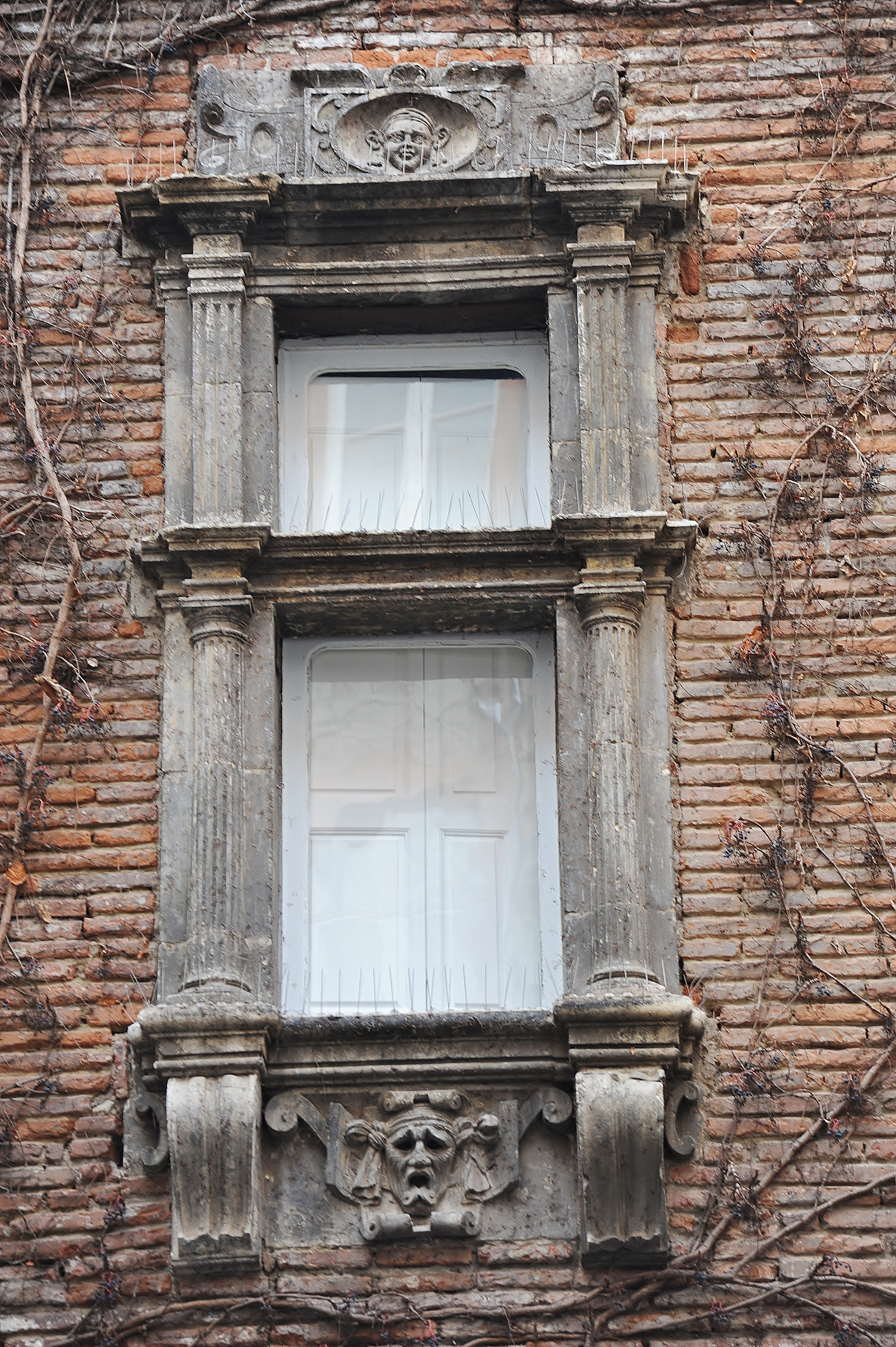
Hôtel de Guillaume de Bernuy (ou hôtel de Buet).
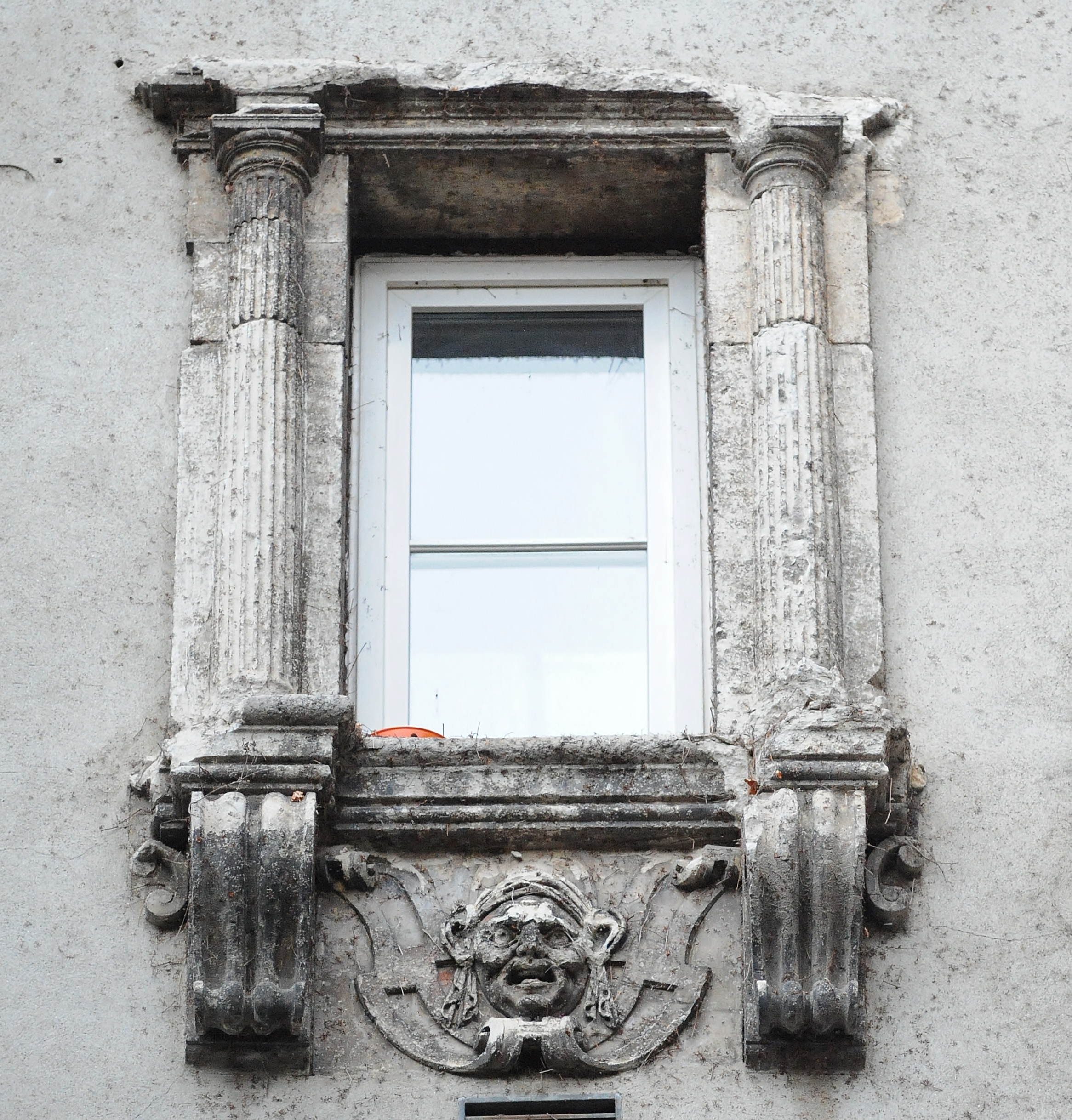
Hôtel de Guillaume de Bernuy (ou hôtel de Buet).
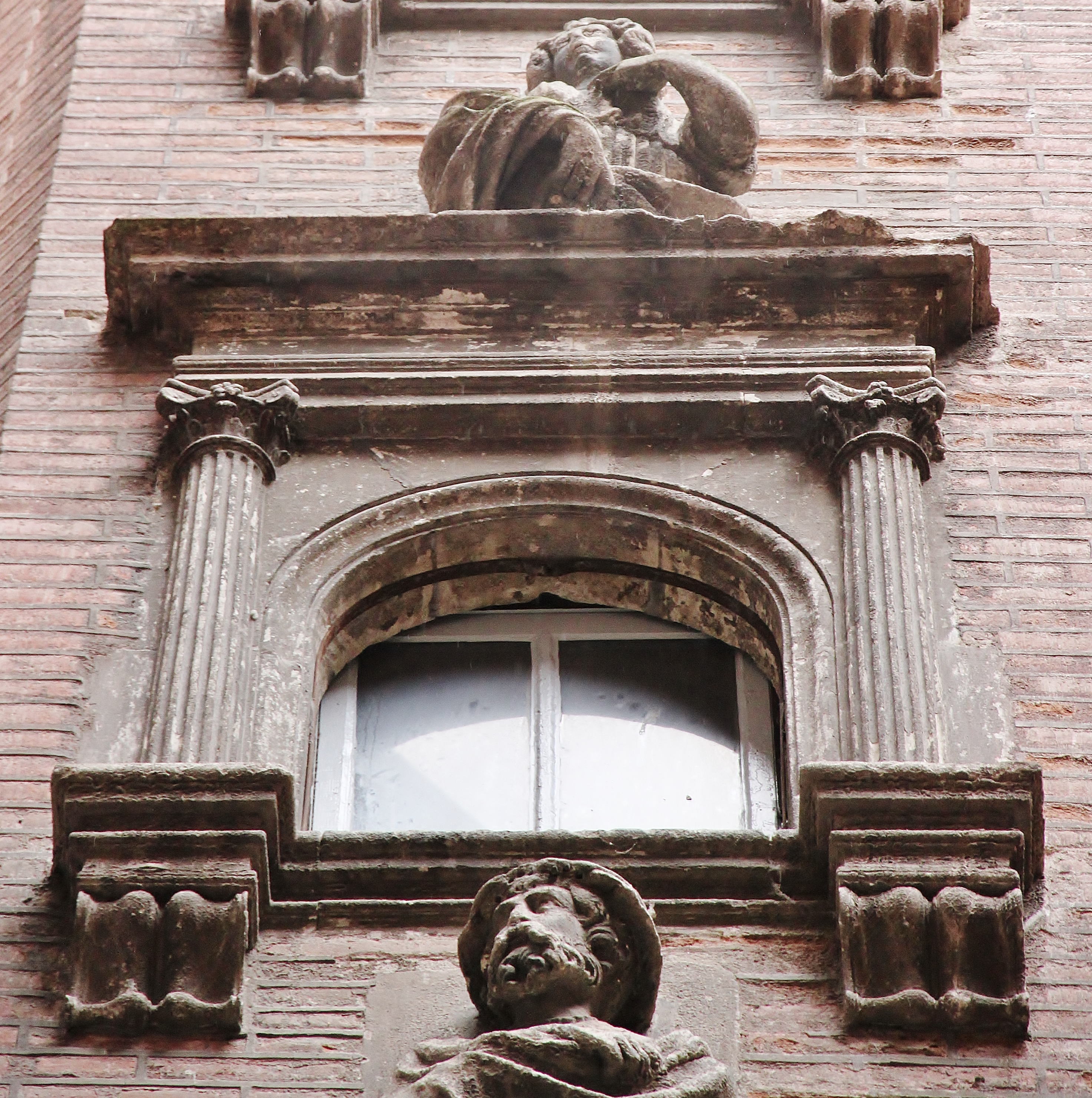
Hôtel de Brucelles (tour).
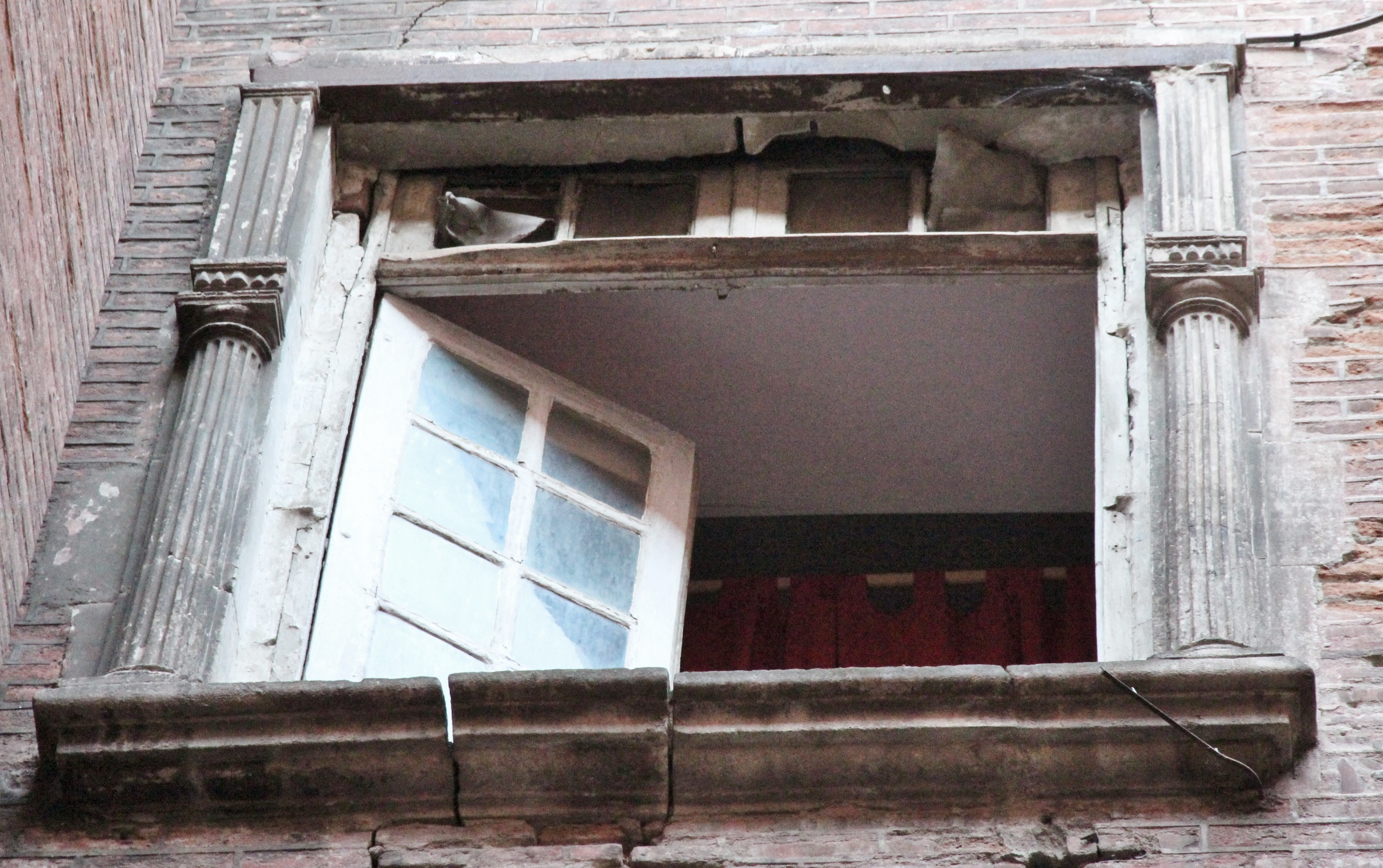
Hôtel de Brucelles.
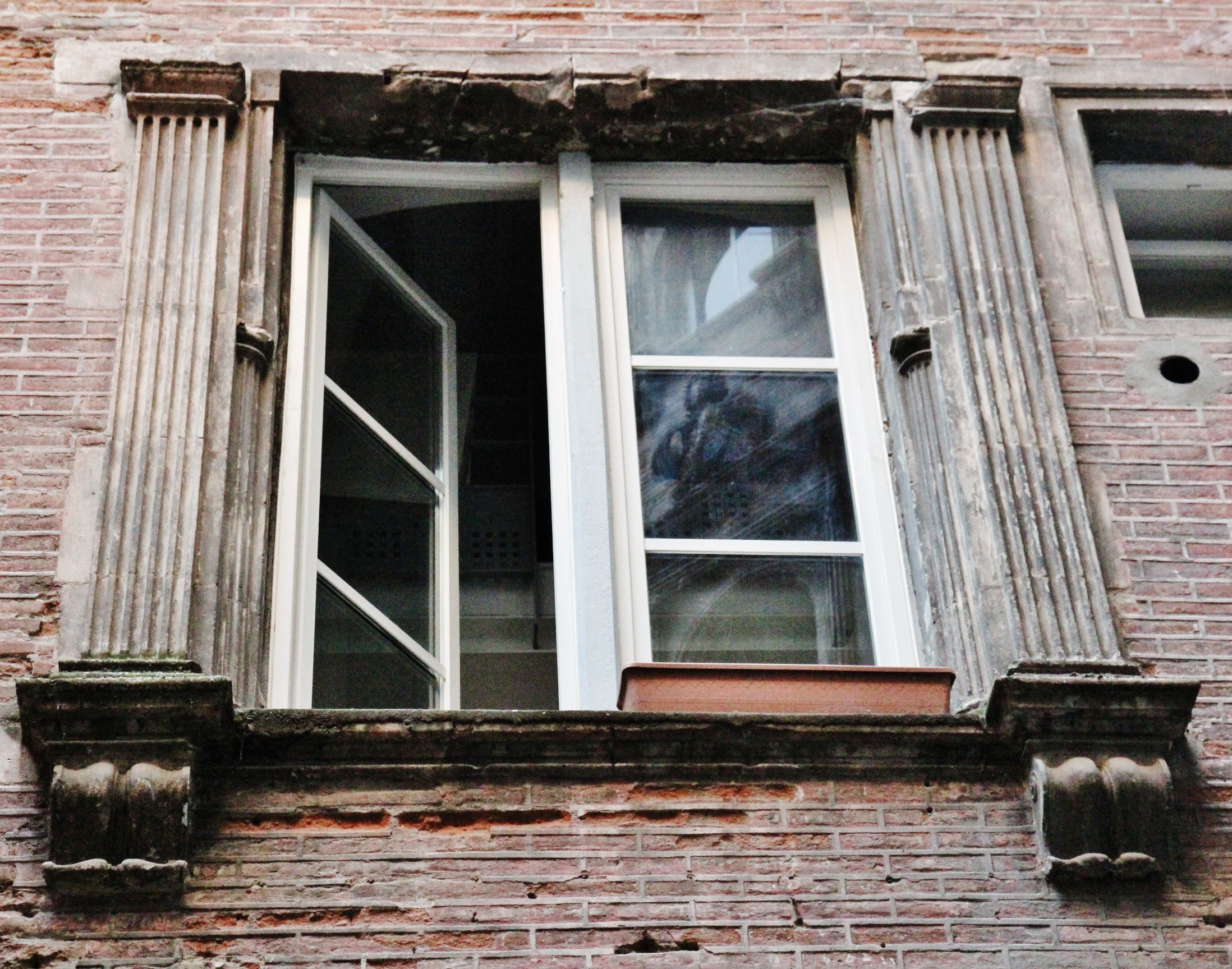
Hôtel de Brucelles.
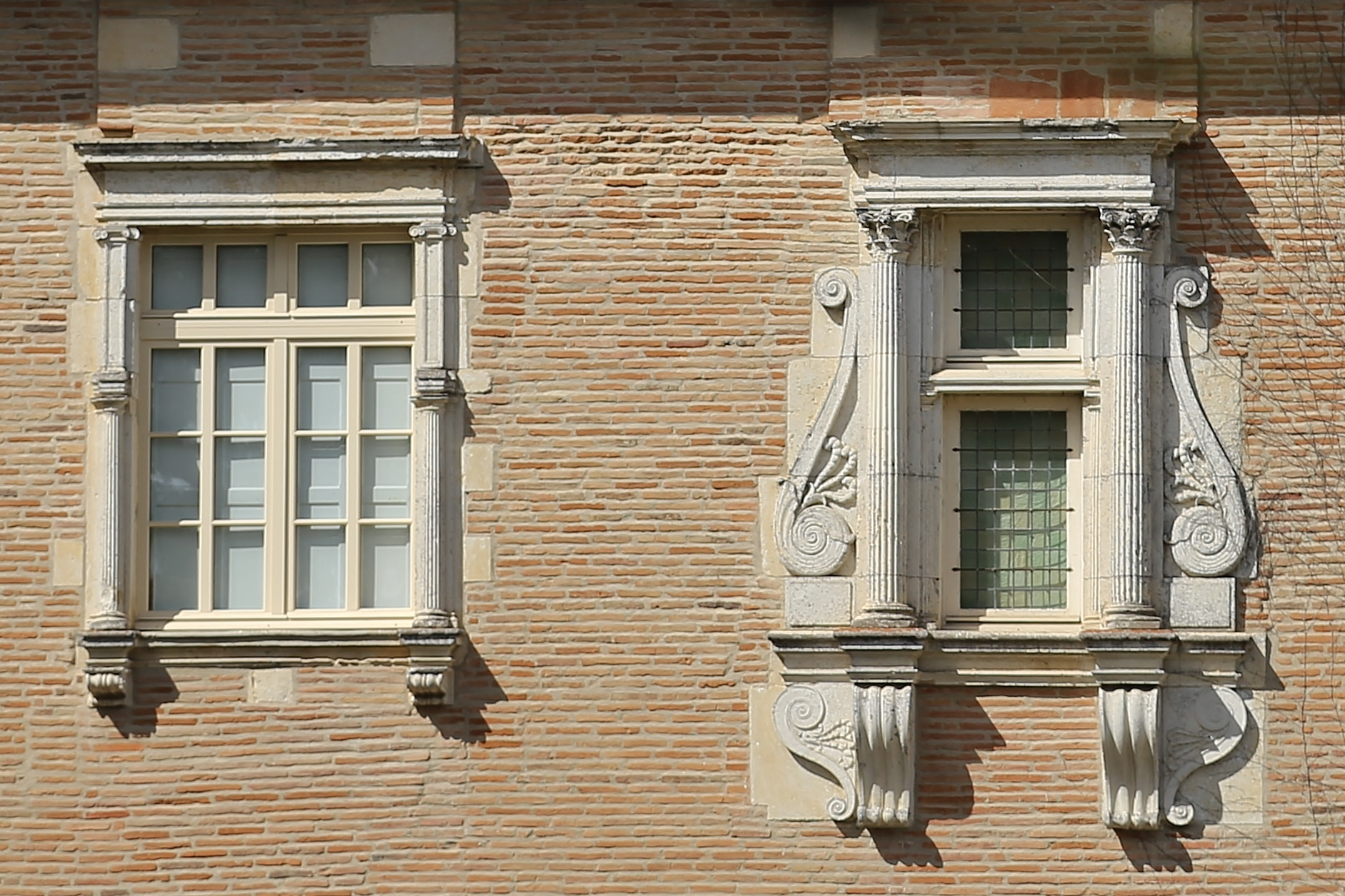
Château de Saint-Jory.
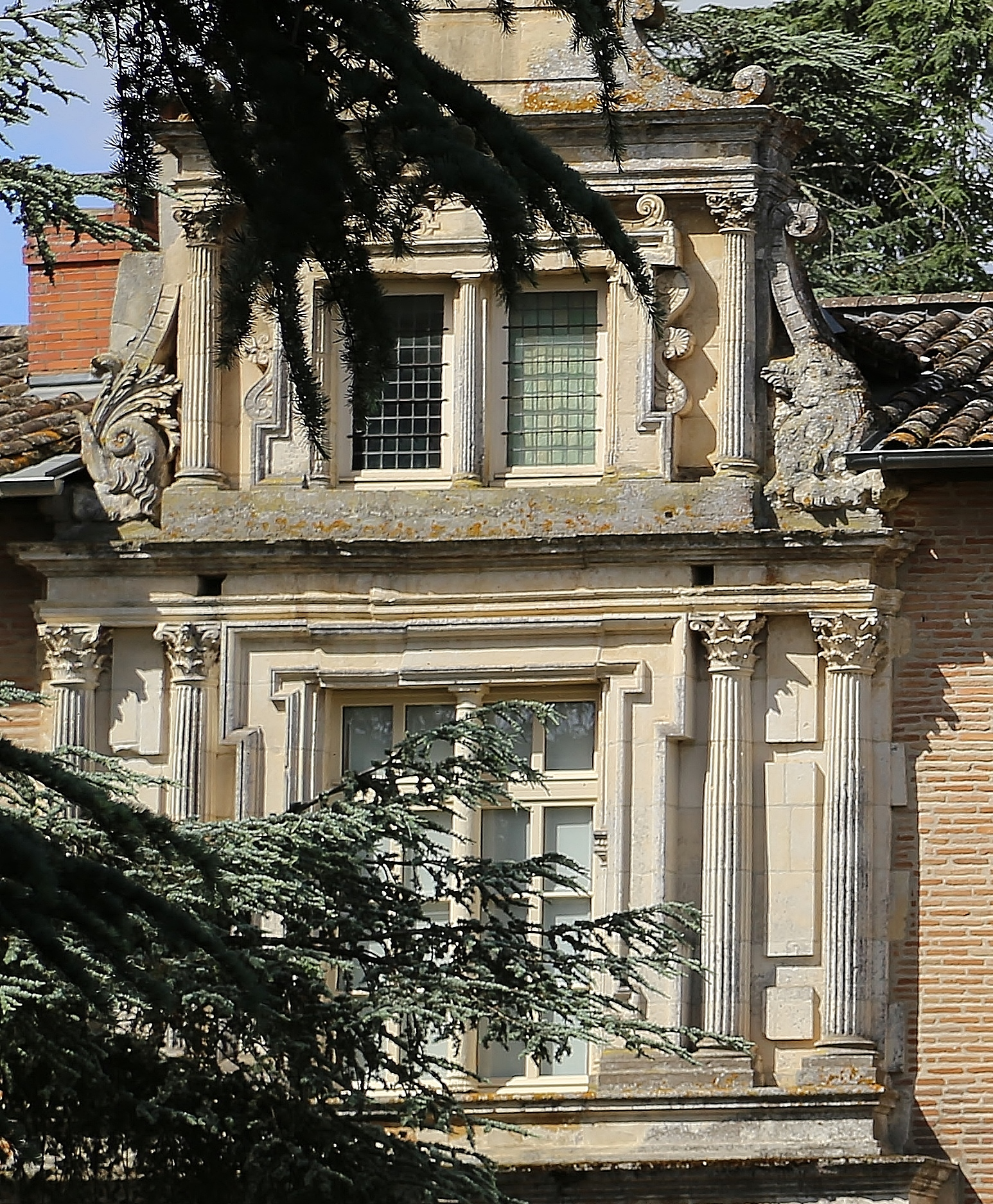
Château de Saint-Jory.
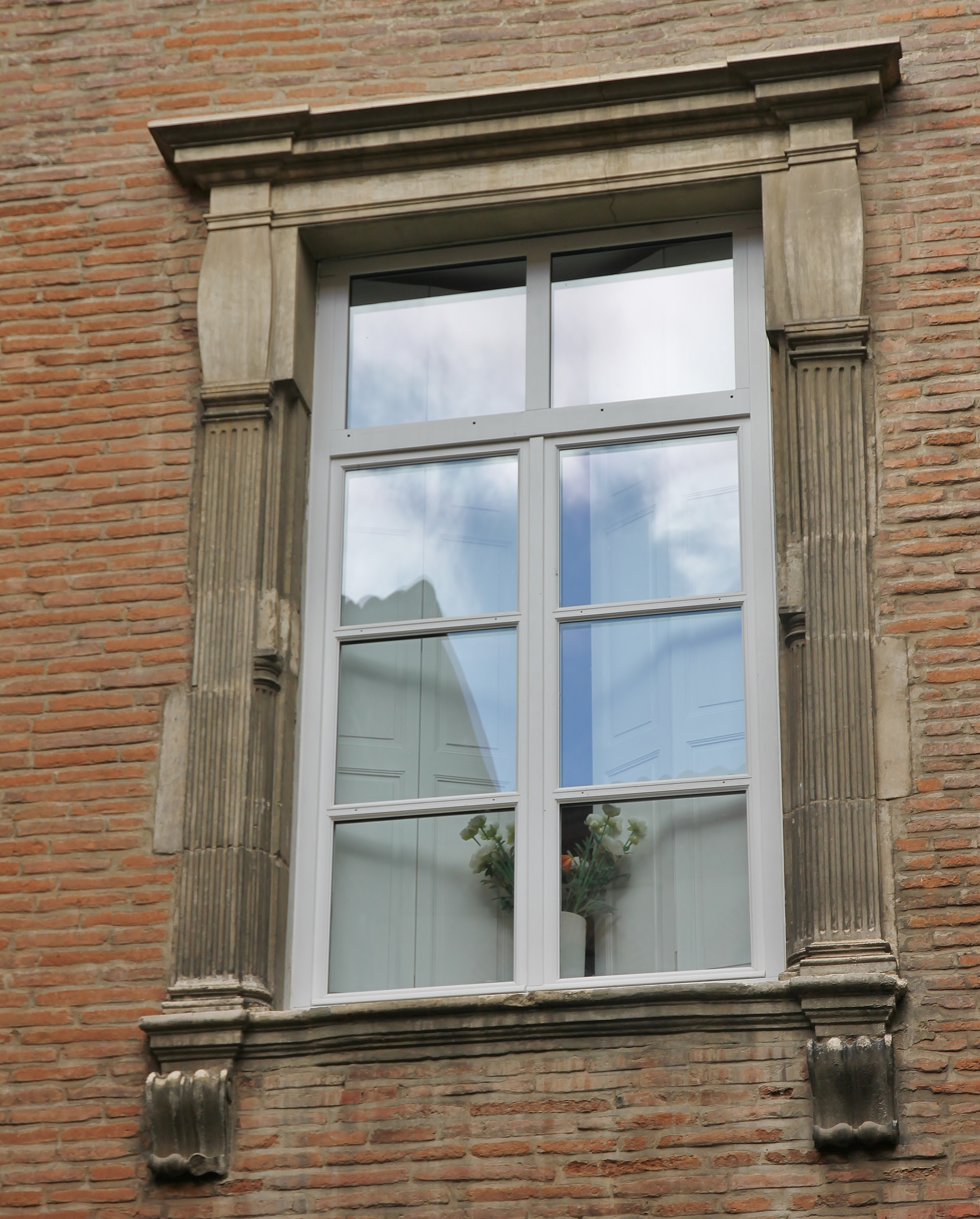
Hôtel Hébrard.
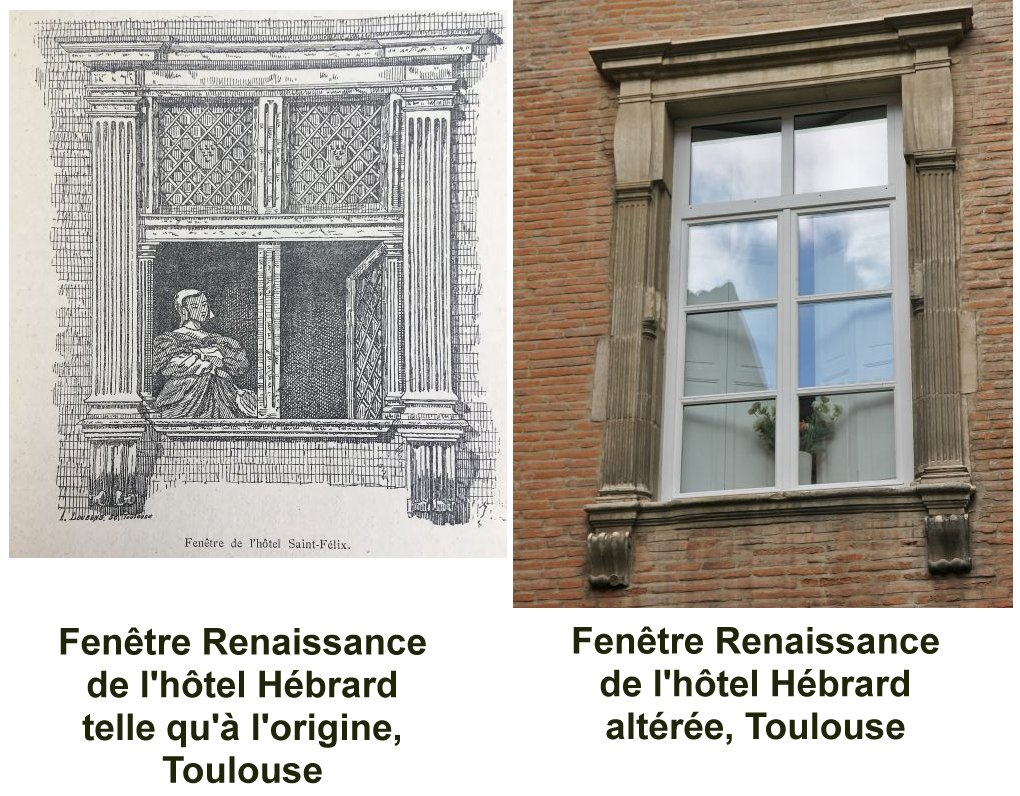
Hôtel Hébrard, altération d'une fenêtre.
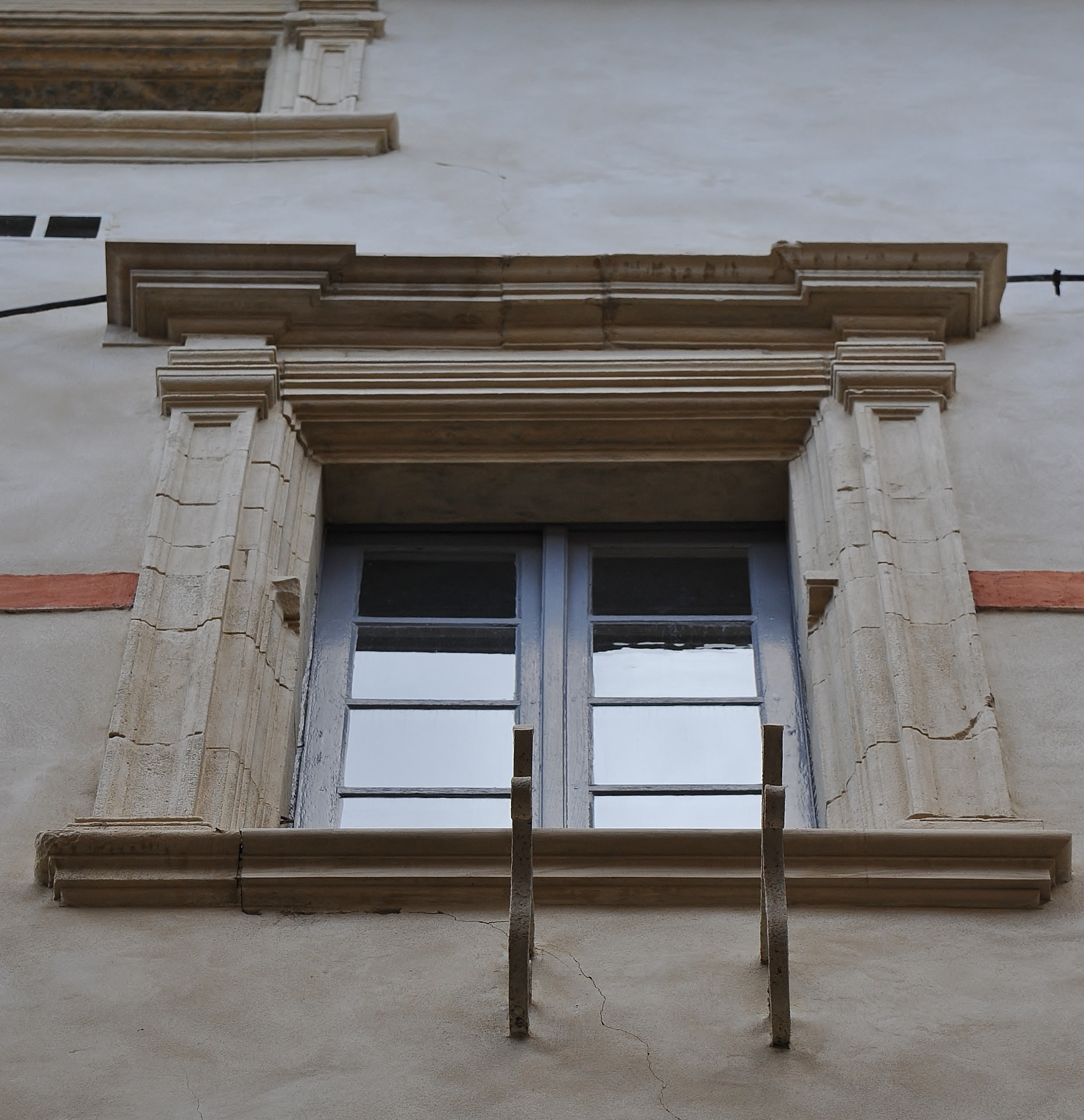
Hôtel d'Avizard.
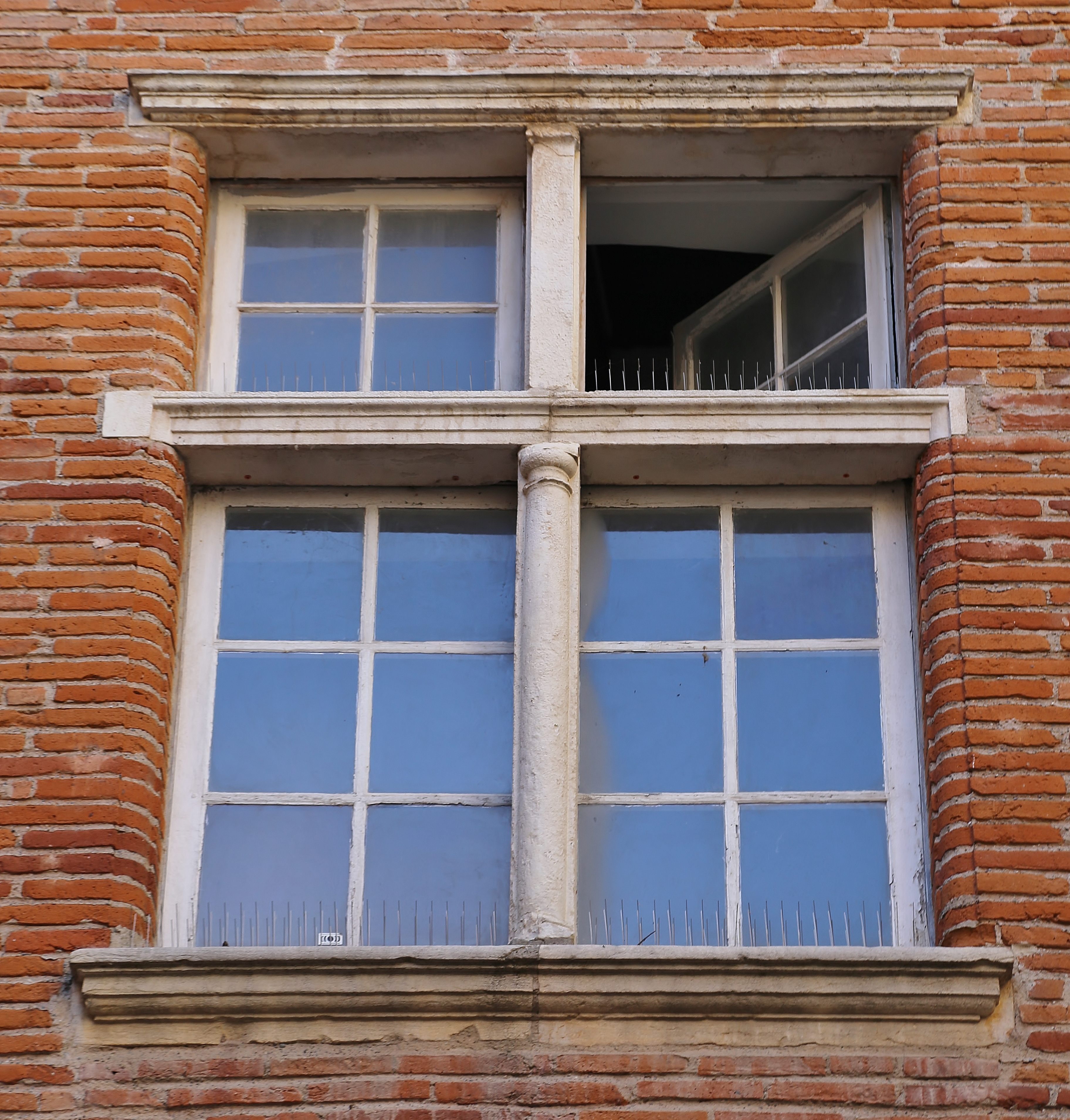
Hôtel Boysson-Cheverry (2ème cour).
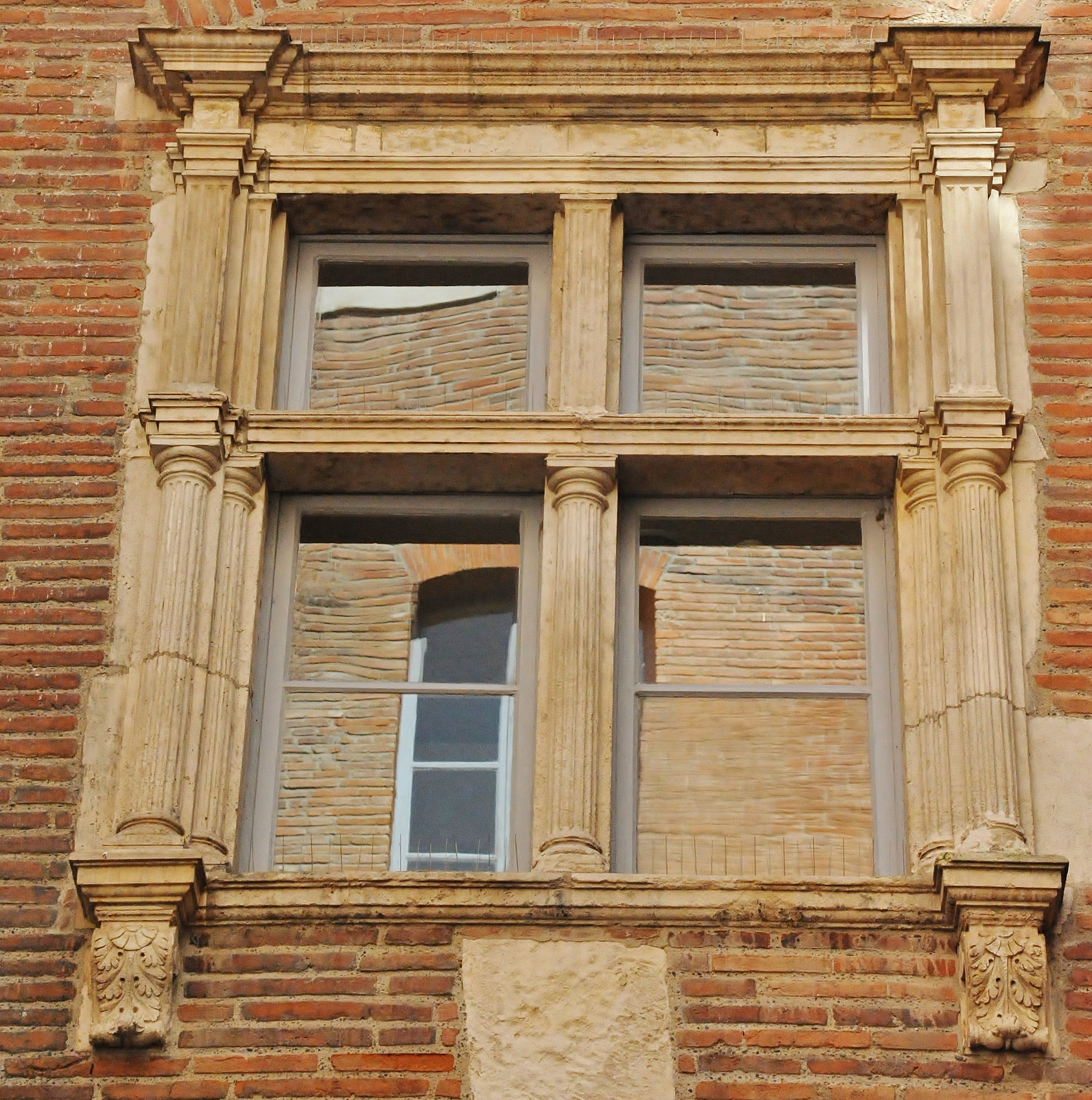
Hôtel Boysson-Cheverry (cour d'honneur).
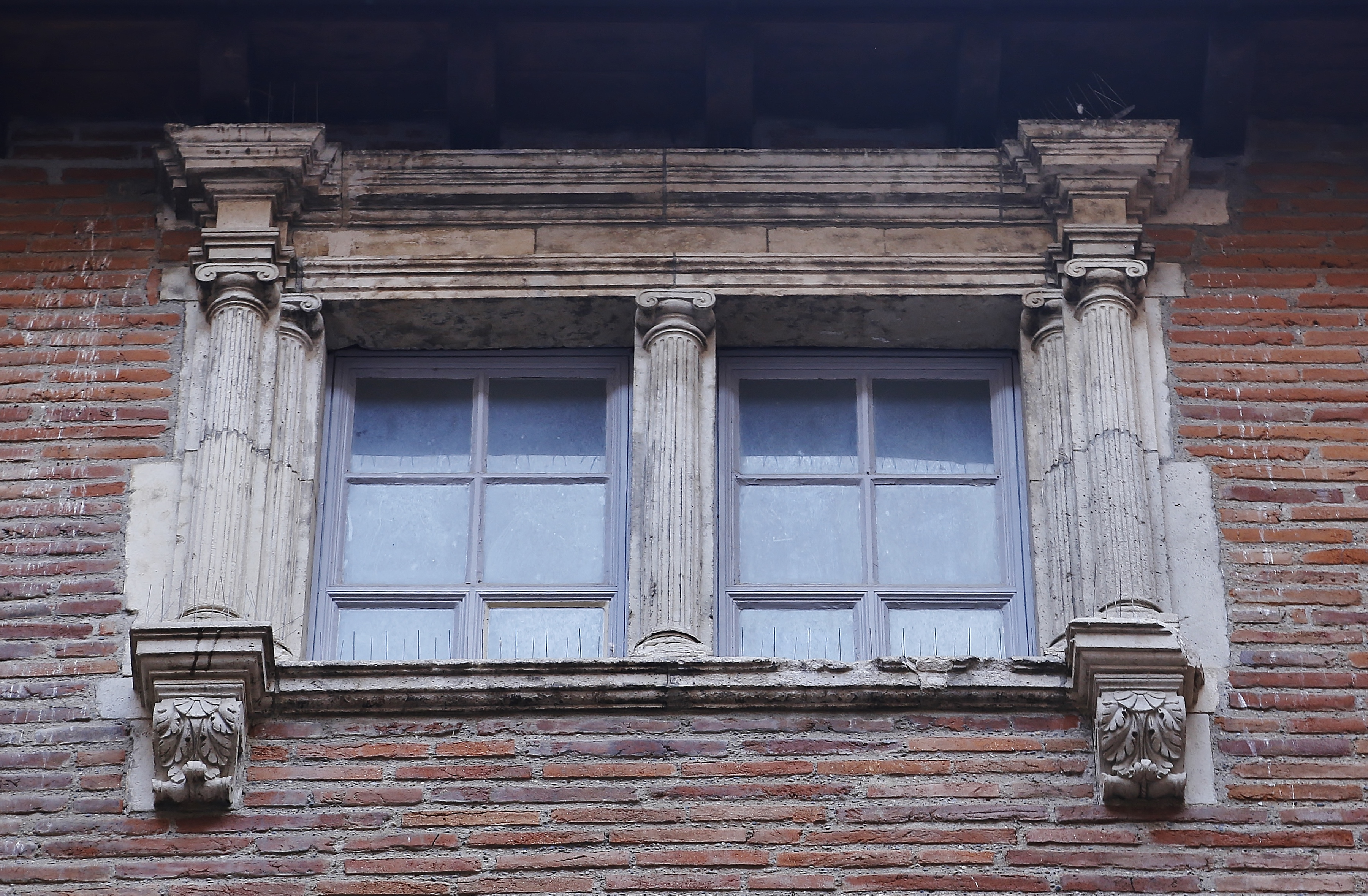
Hôtel Boysson-Cheverry (cour d'honneur).
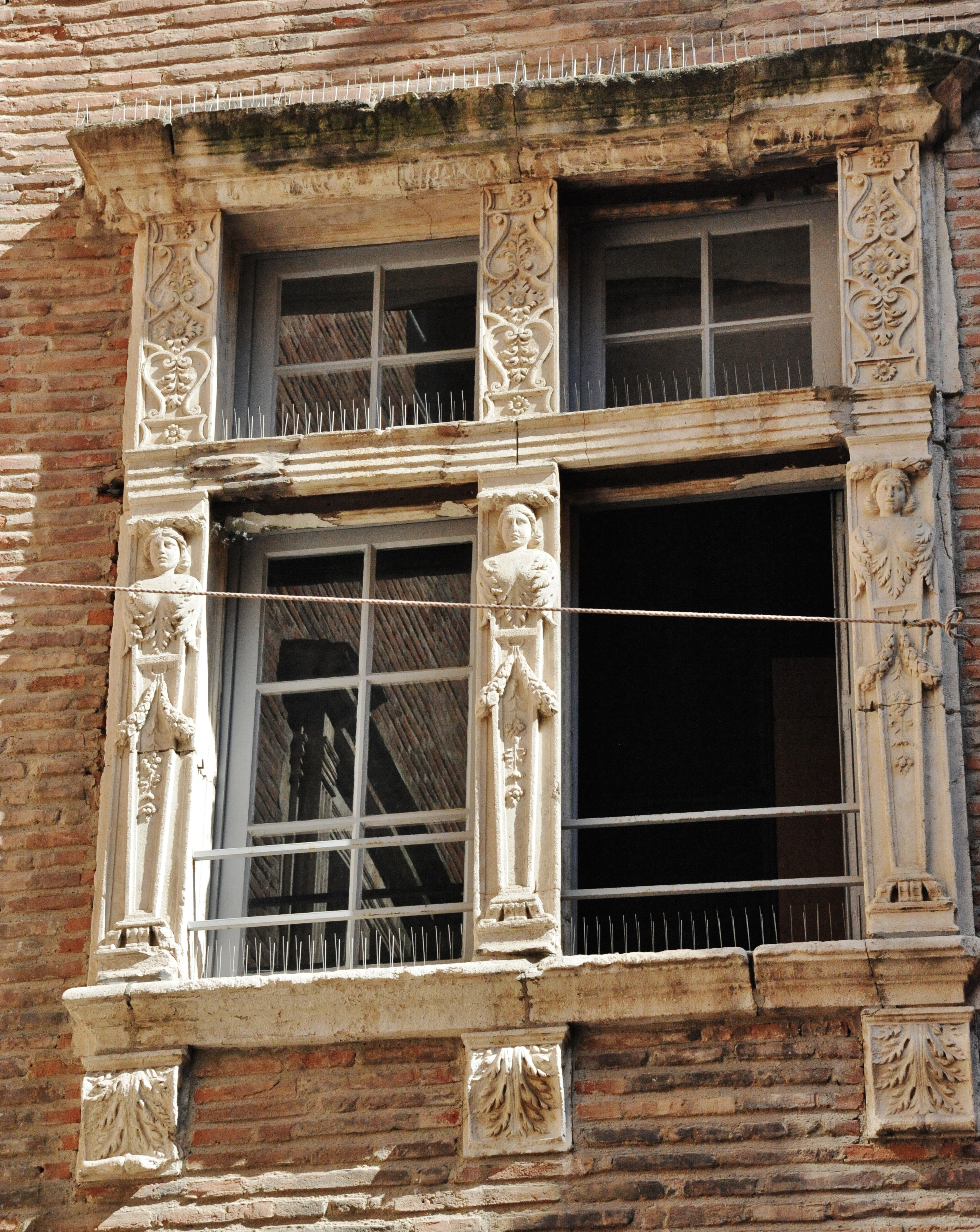
Hôtel Boysson-Cheverry (tour).
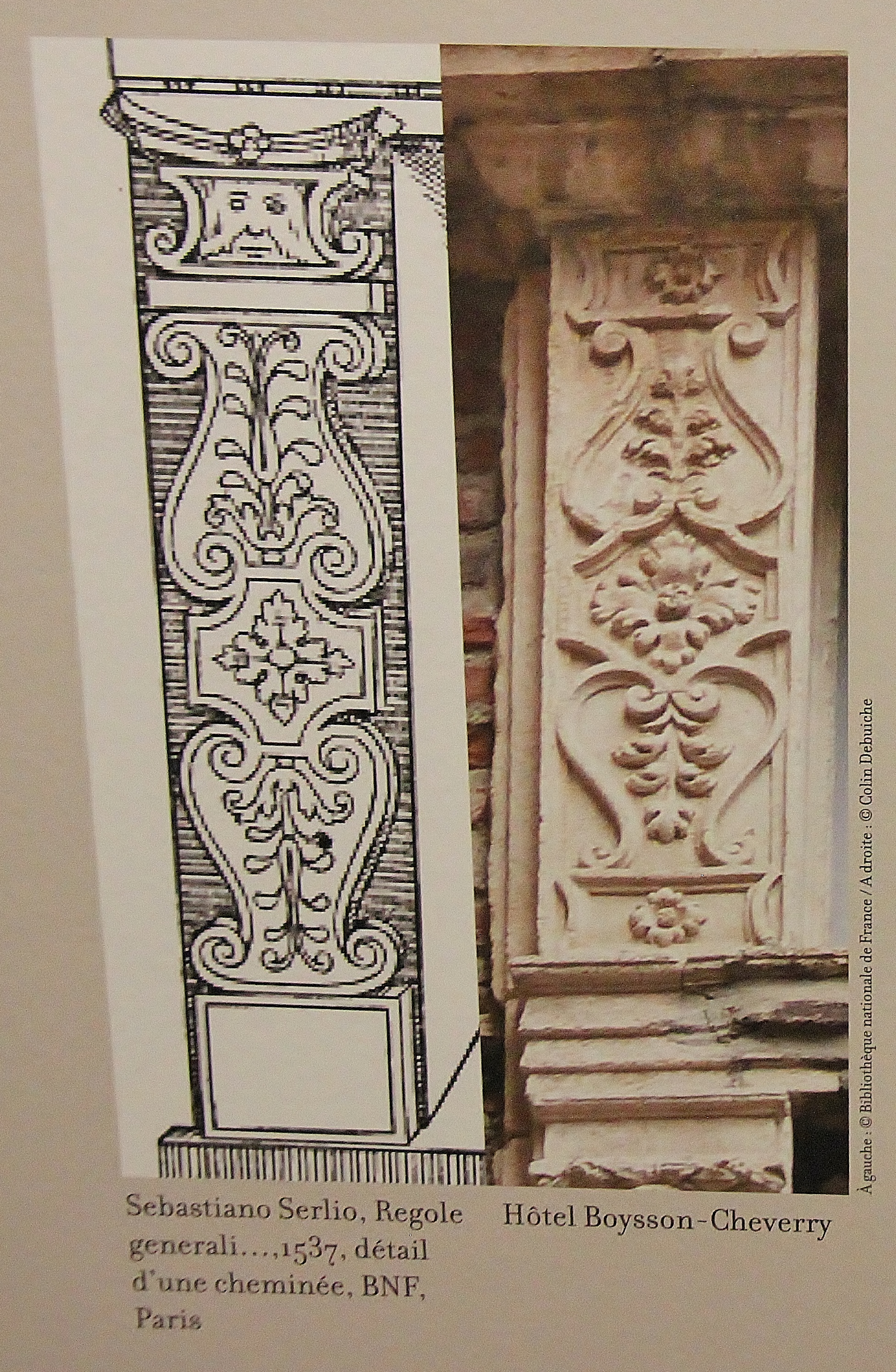
Une partie du décor de la fenêtre précédente dérive d'une illustration de Serlio.
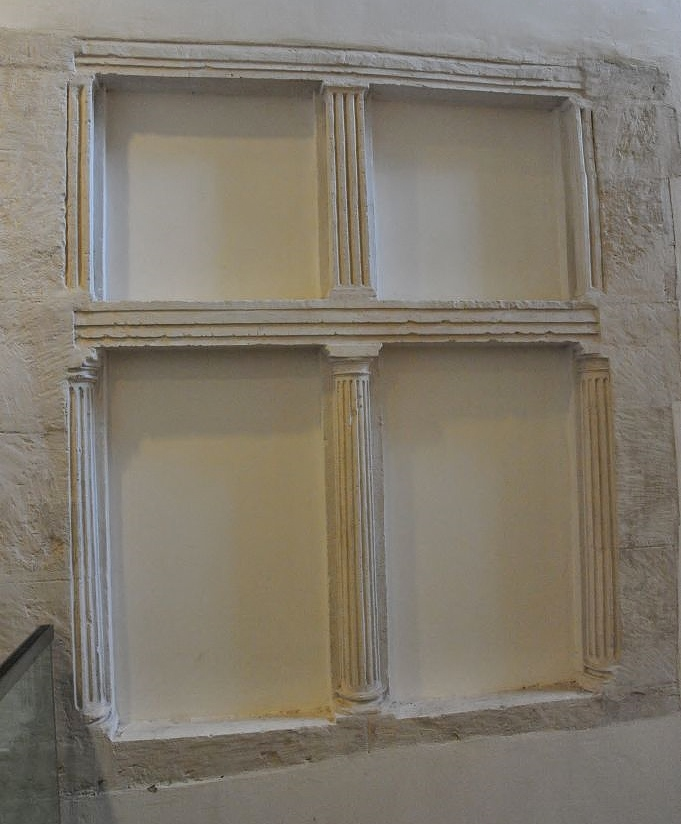
Hôtel Boysson-Cheverry (murée).
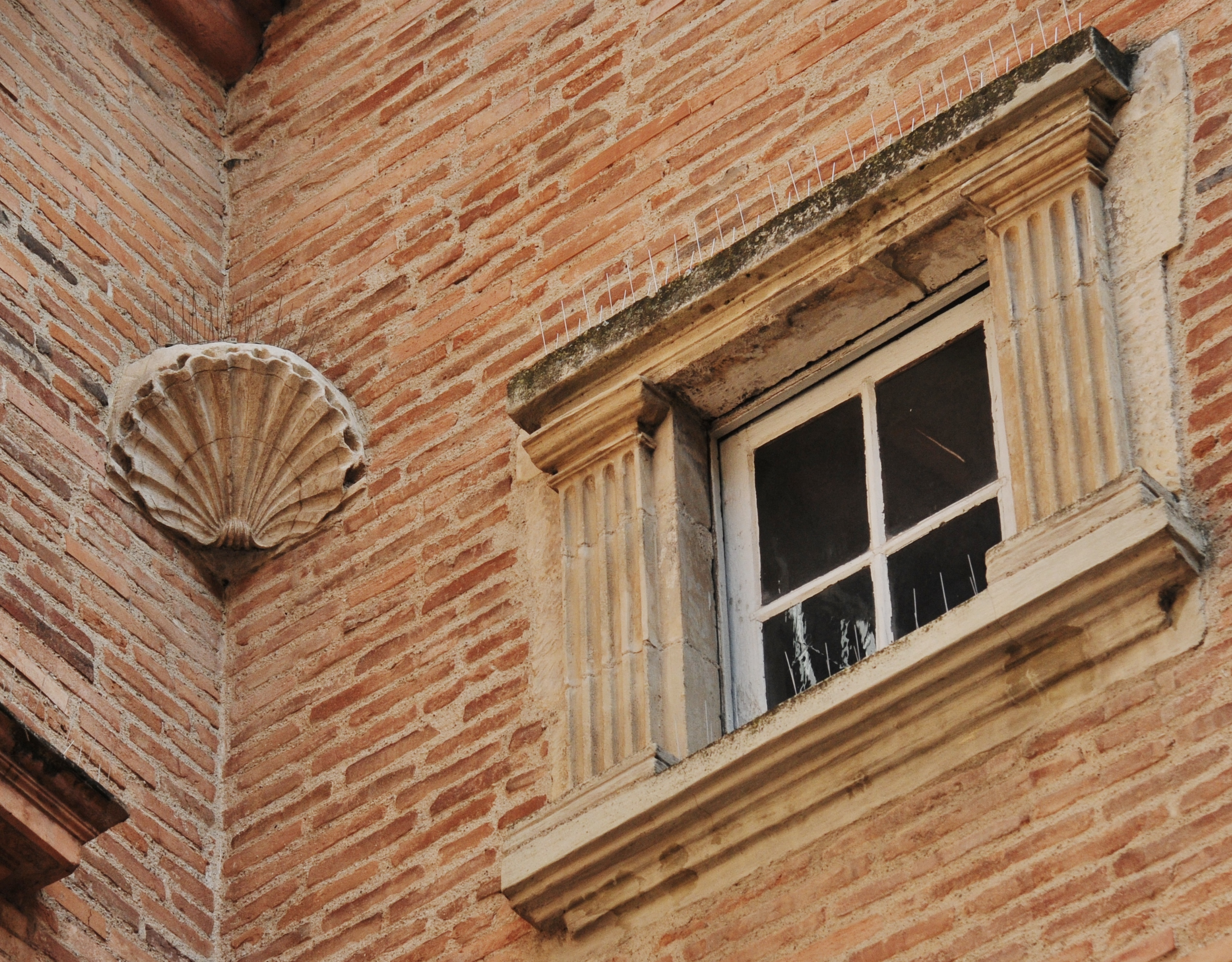
Hôtel de Lamamye.
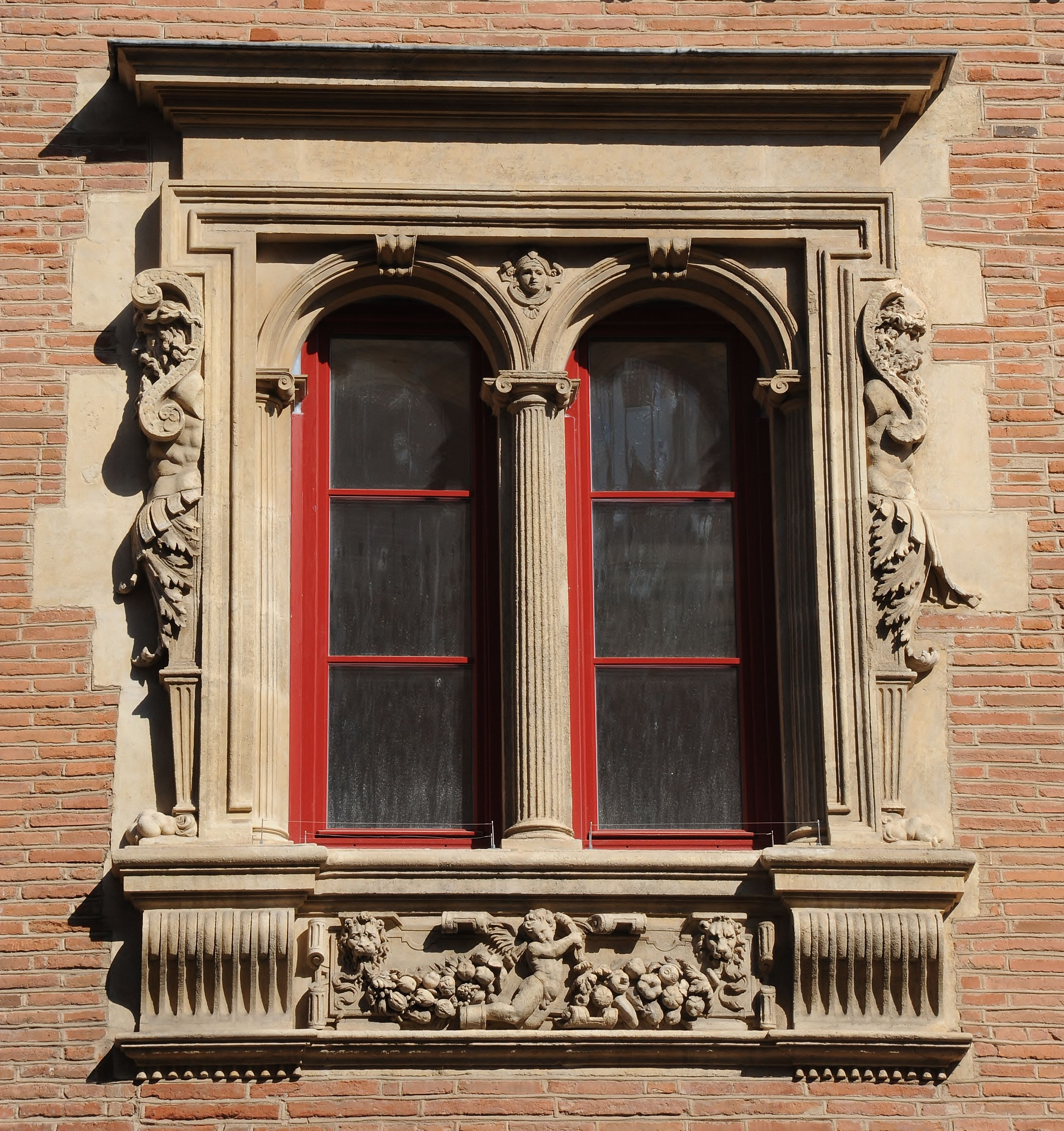
Hôtel du Vieux-Raisin.
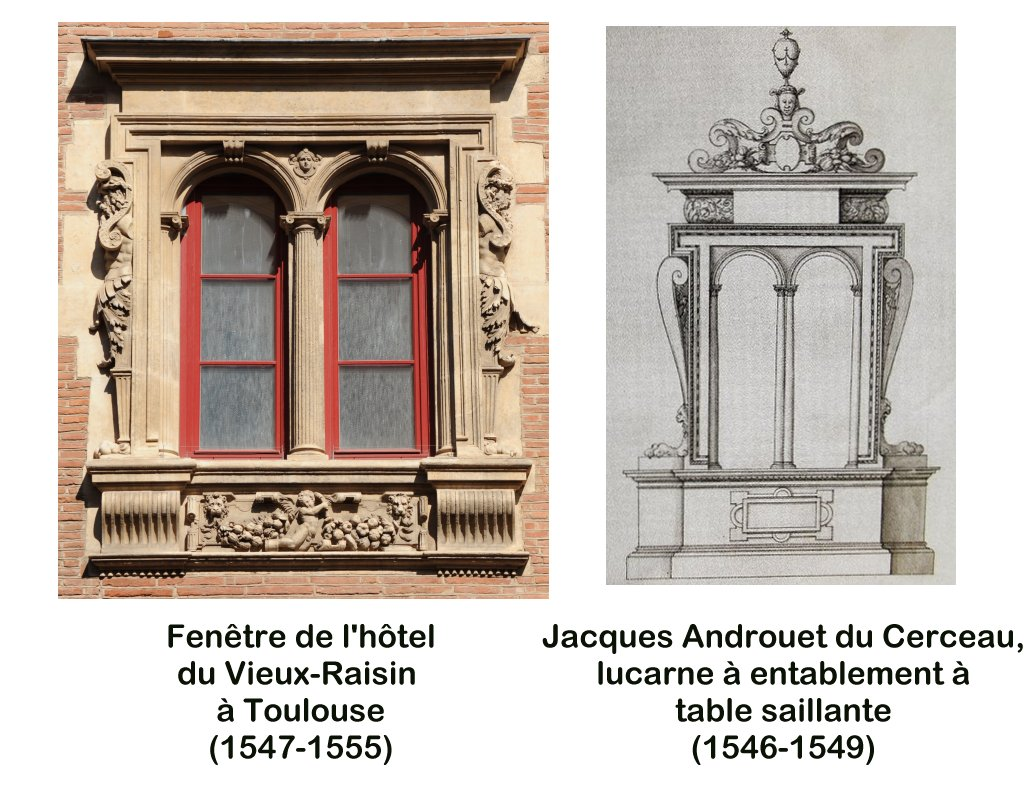
Le dessin de la fenêtre précédente dérive d'une gravure d'Androuet du Cerceau.
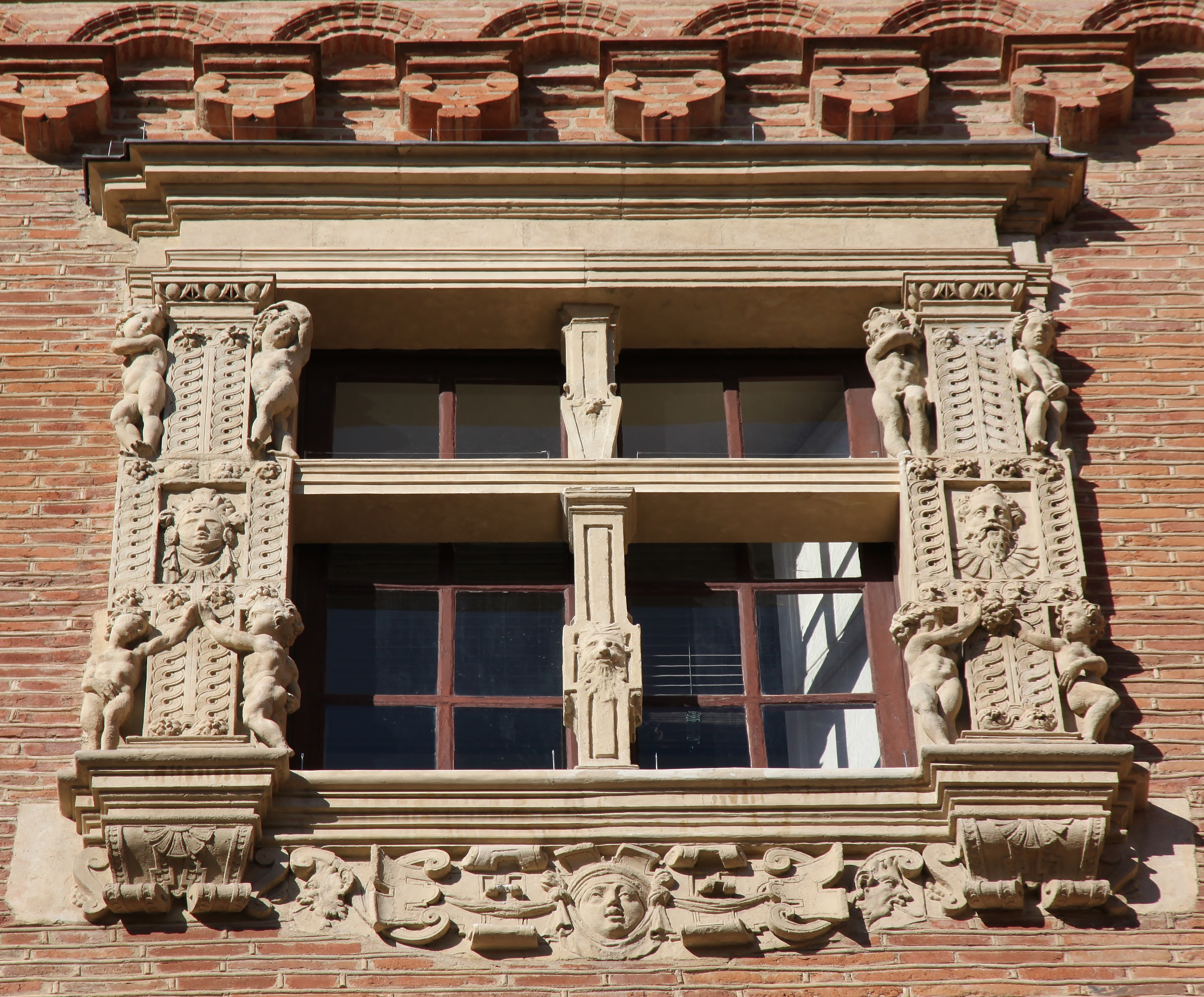
Hôtel du Vieux-Raisin.
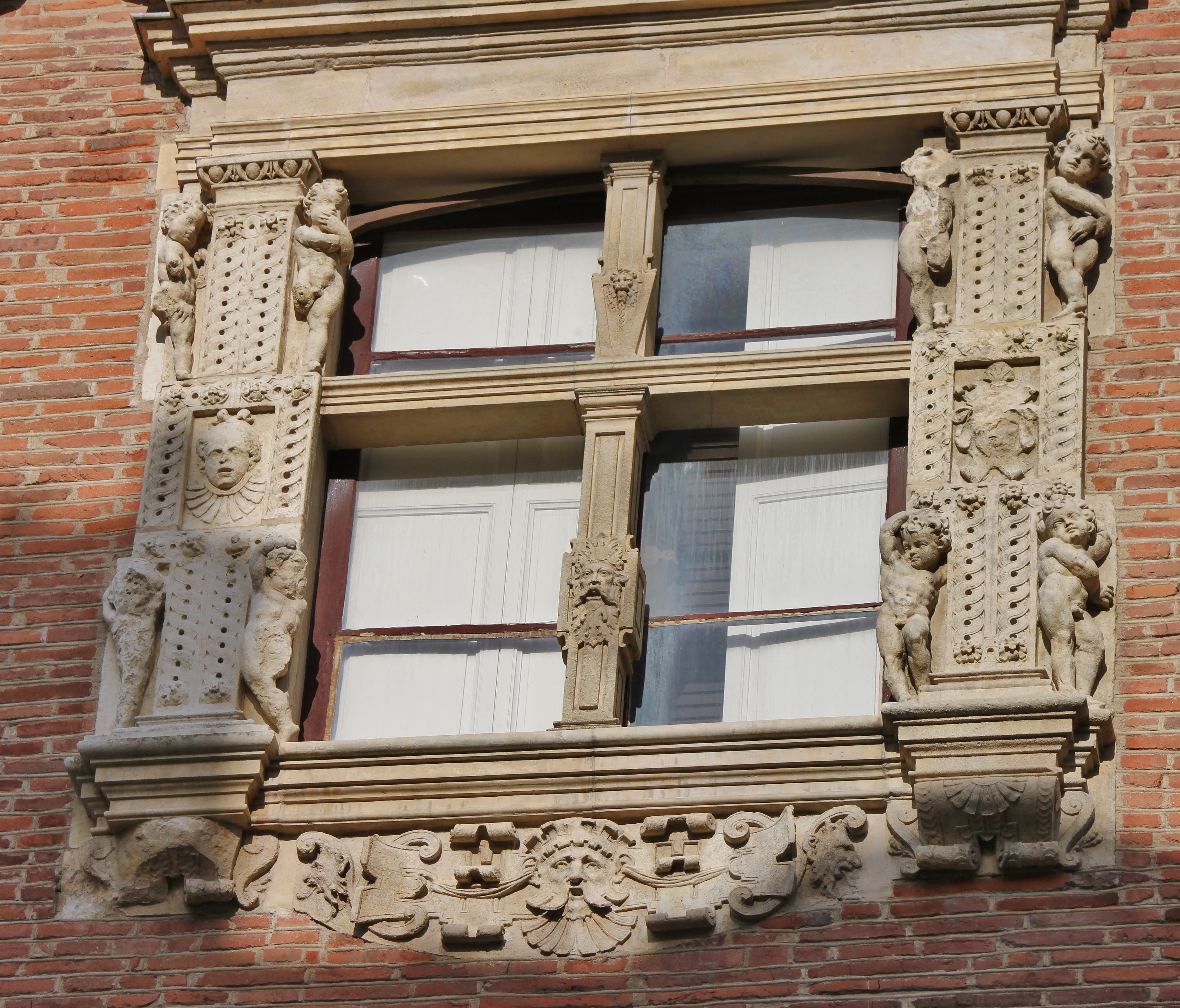
Hôtel du Vieux-Raisin.
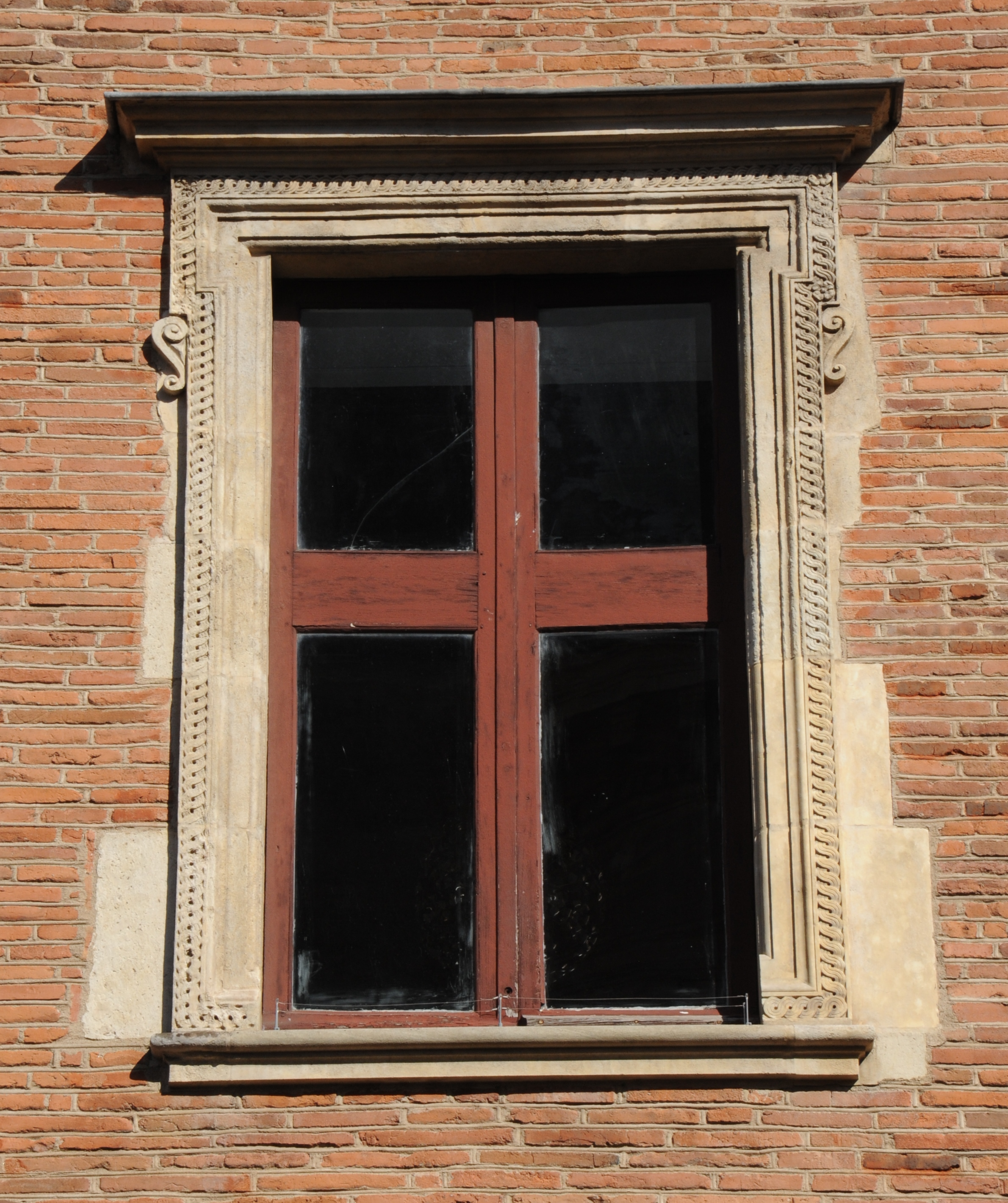
Hôtel du Vieux-Raisin.
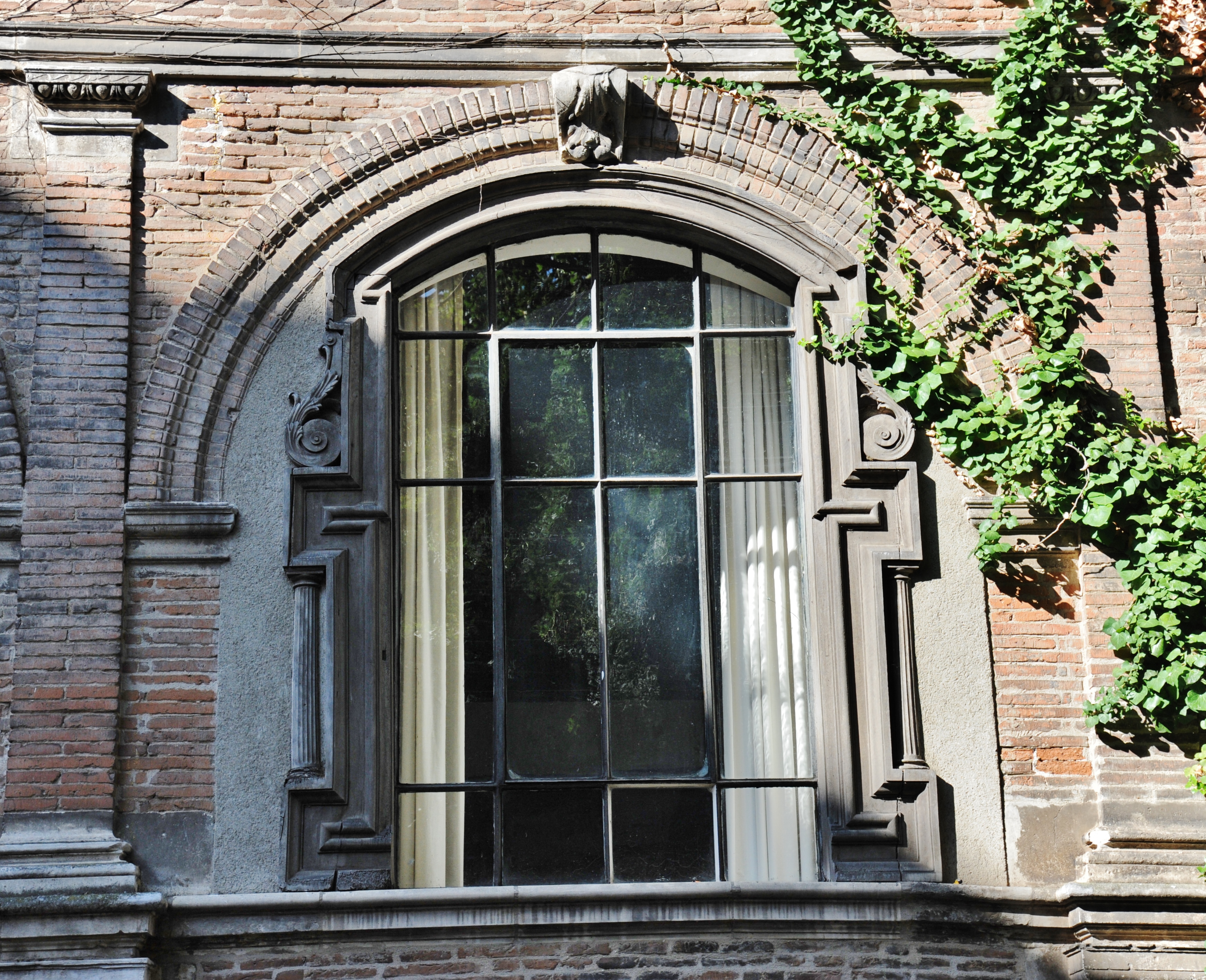
Hôtel de Mansencal, rez-de-chaussée.
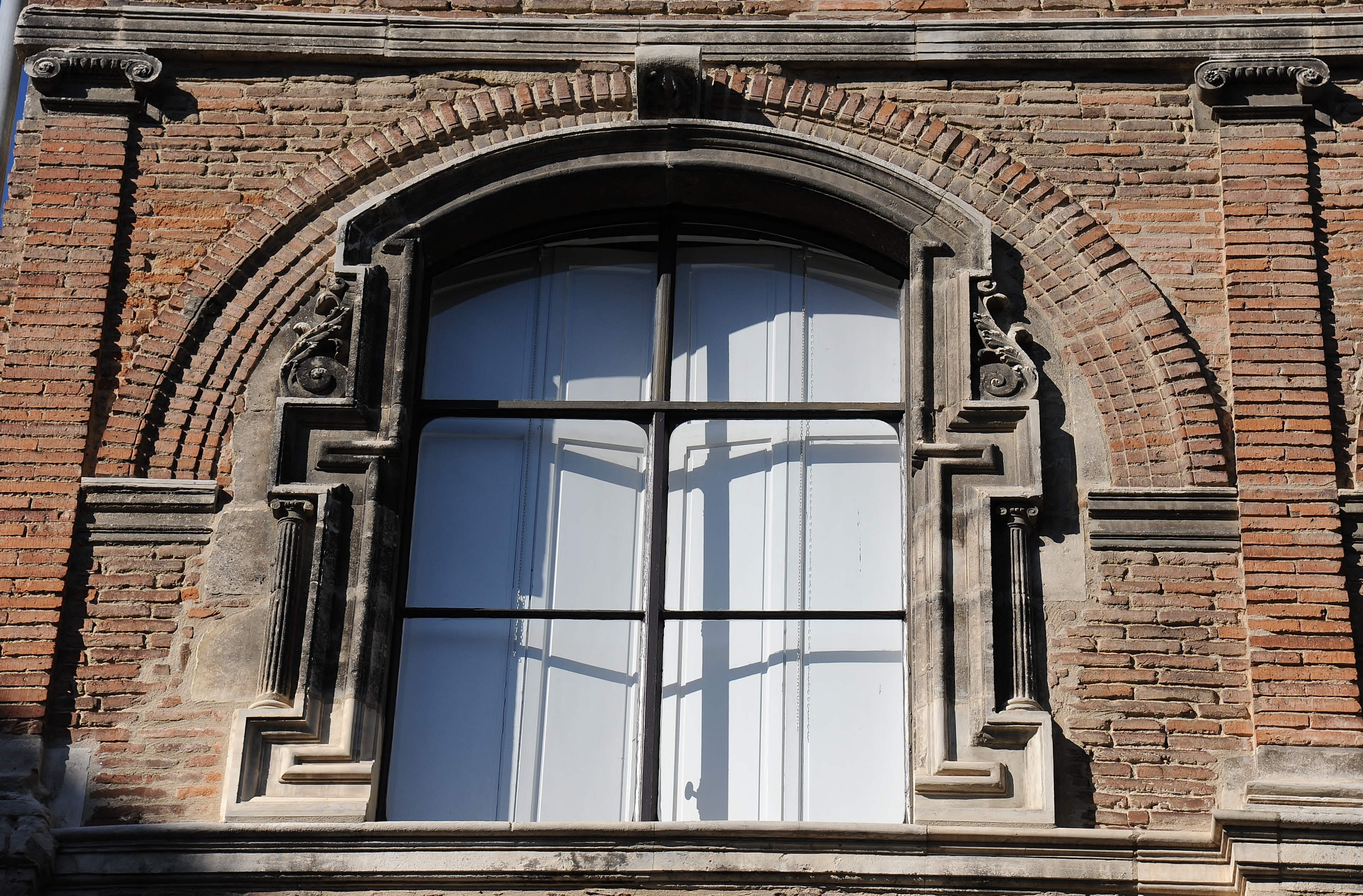
Hôtel de Mansencal, premier étage.
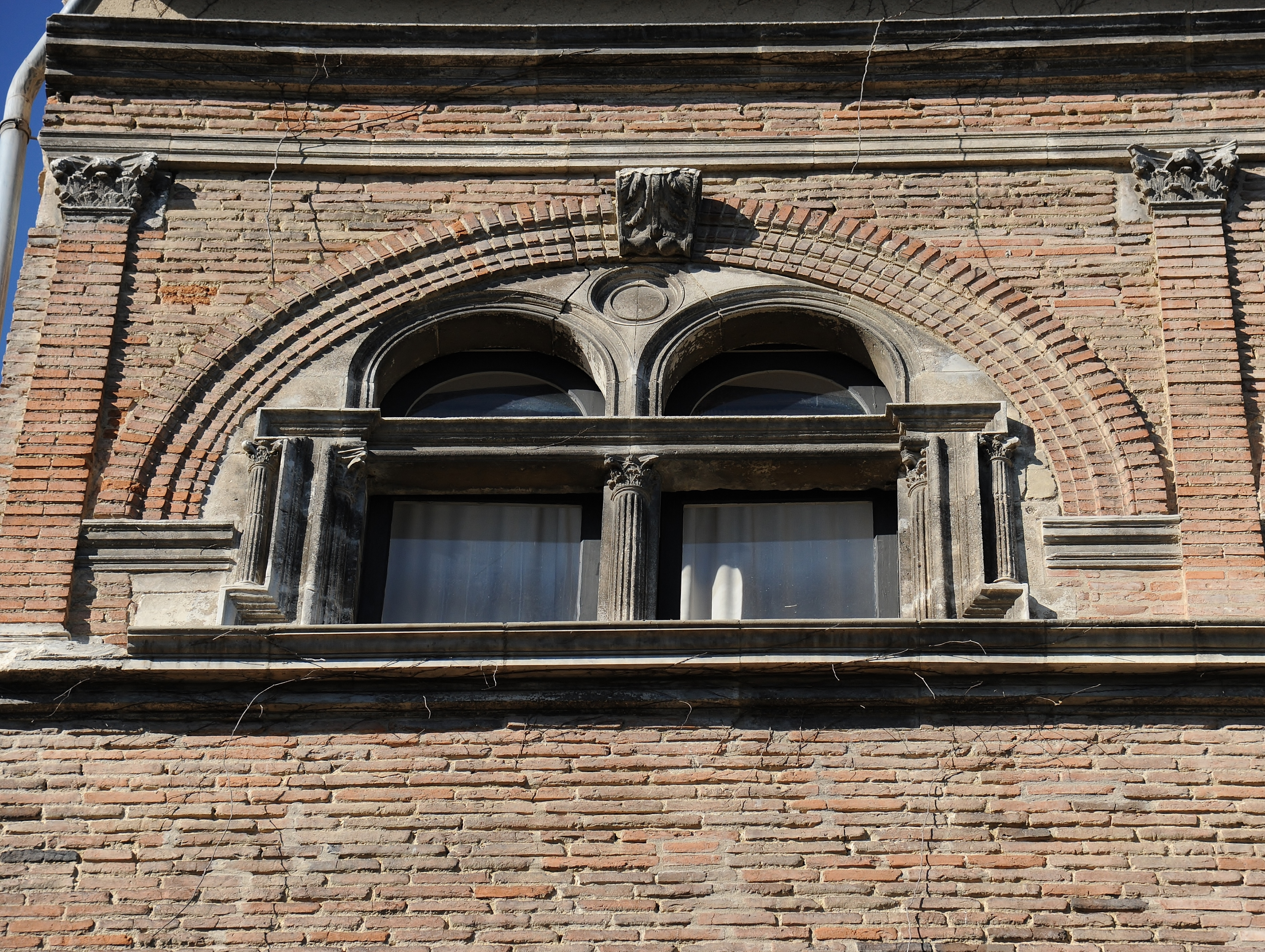
Hôtel de Mansencal, deuxième étage.
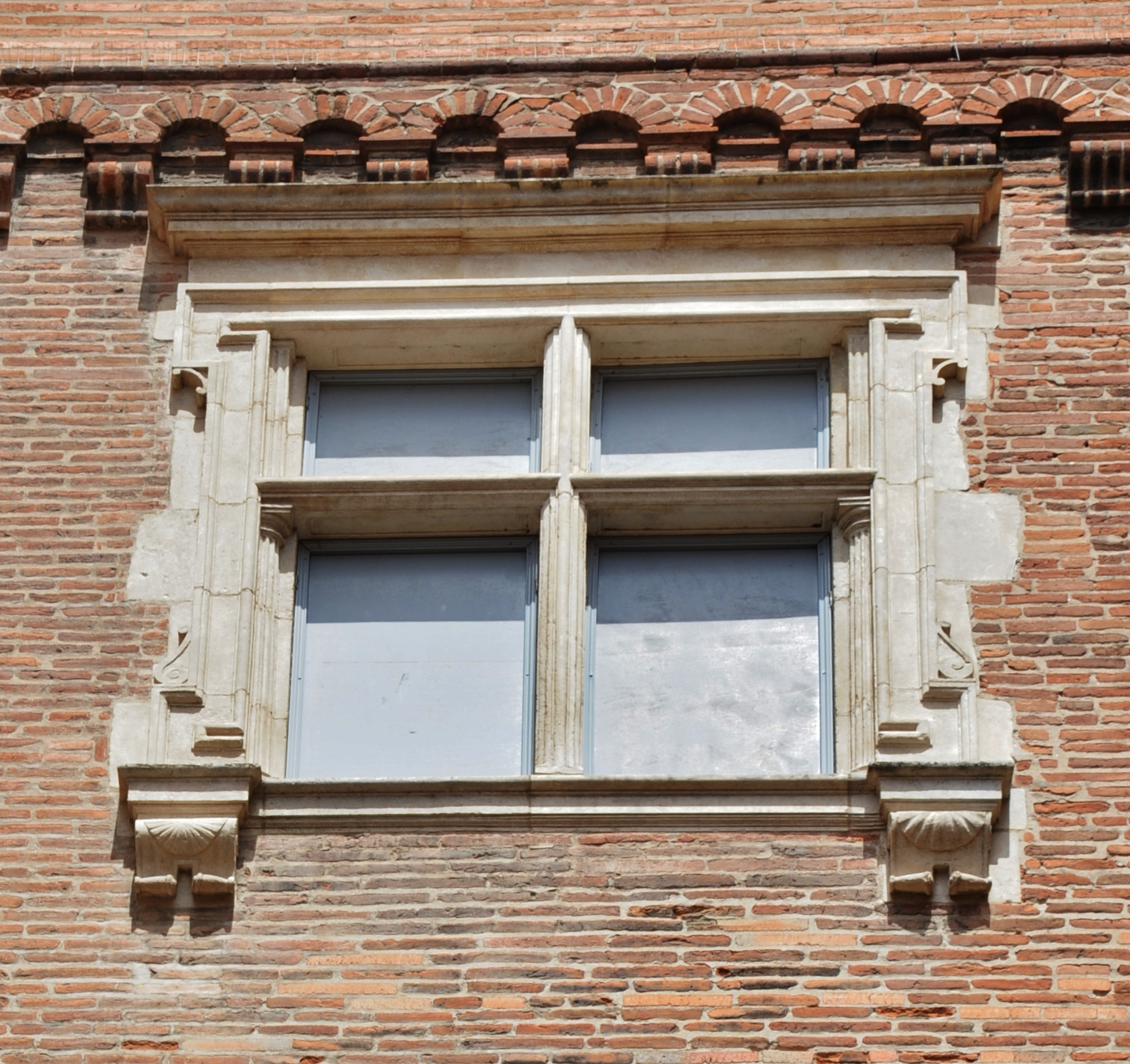
Hôtel de Mansencal (cour).
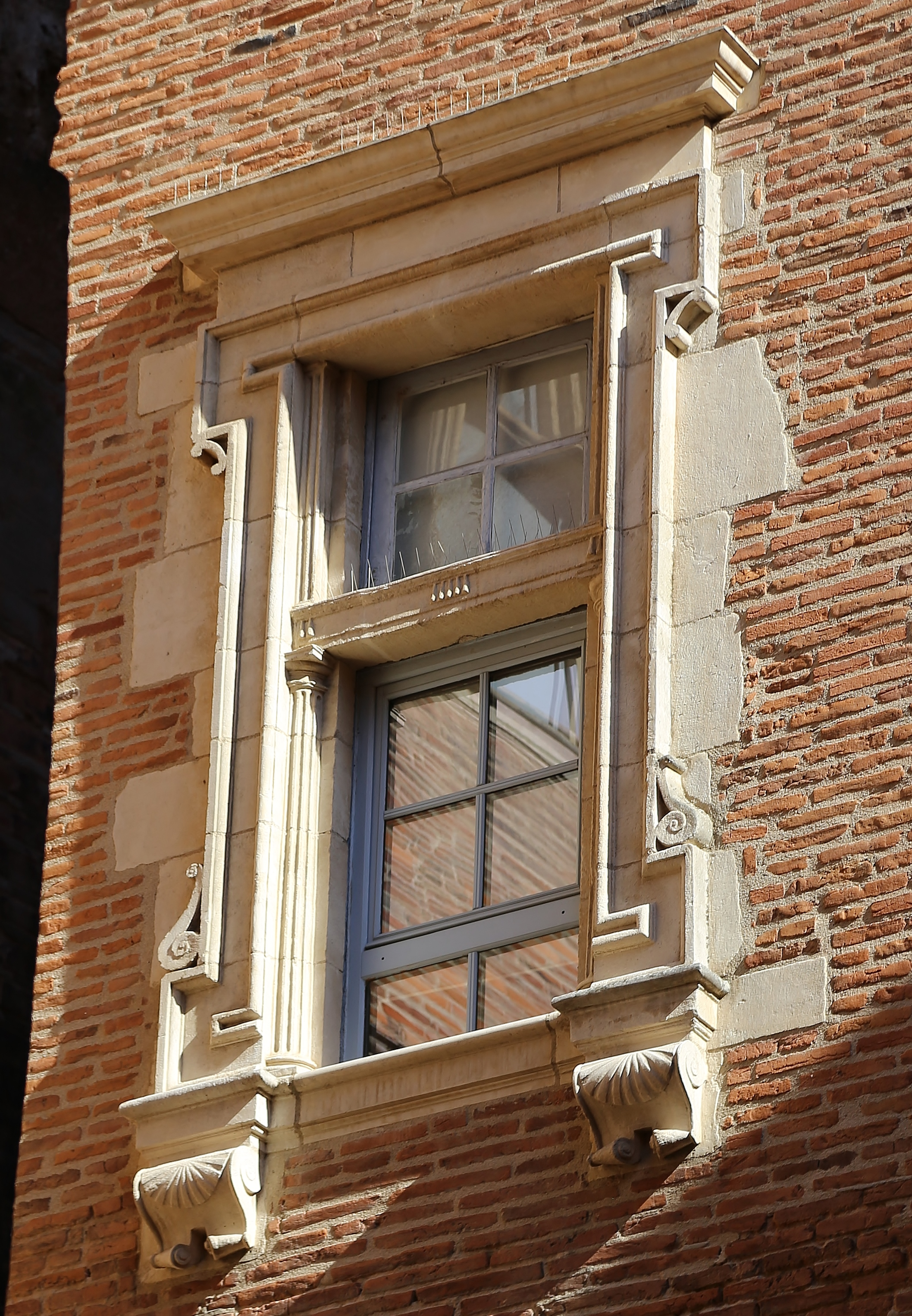
Hôtel de Mansencal (cour).
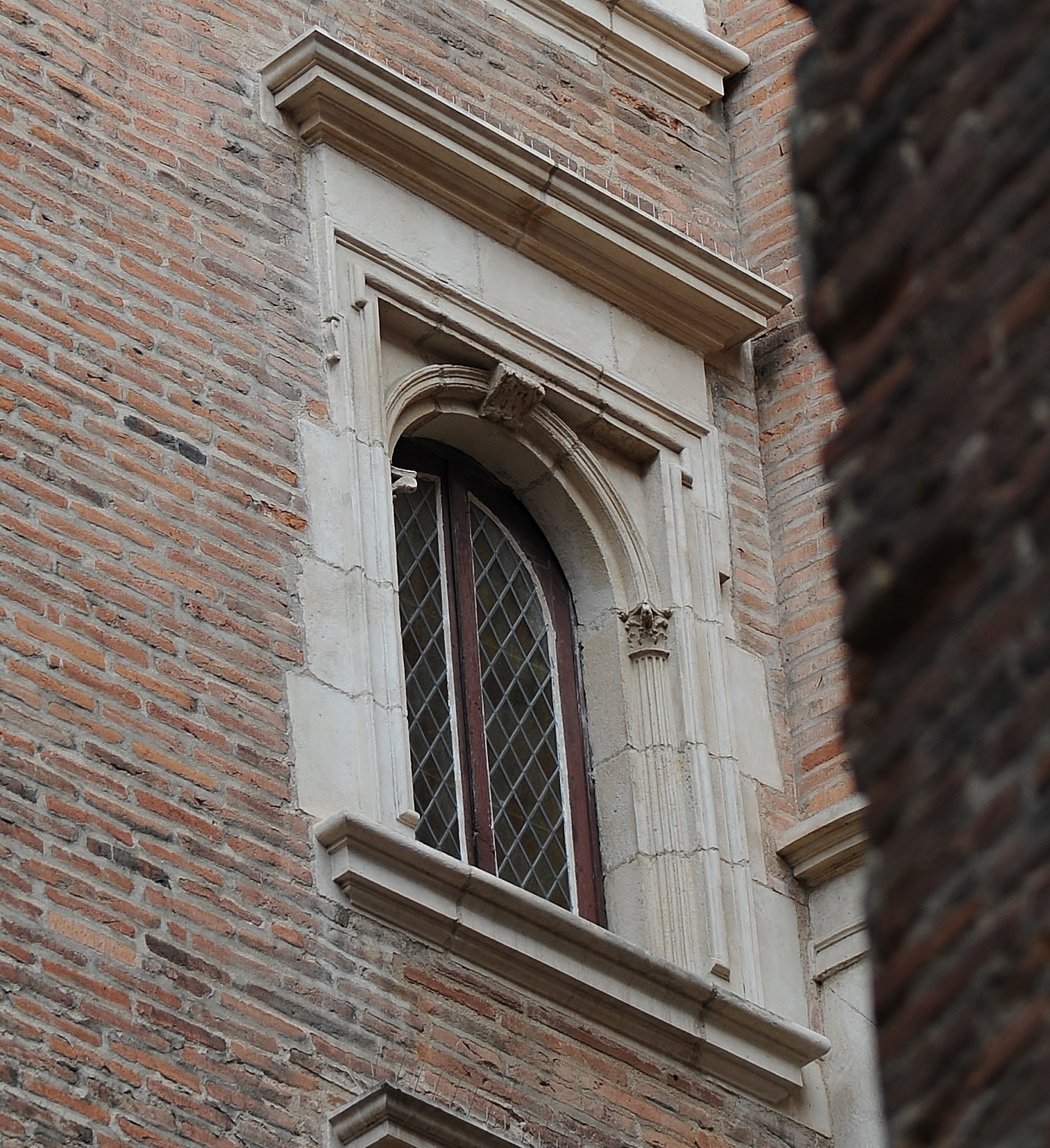
Hôtel de Mansencal (tour).
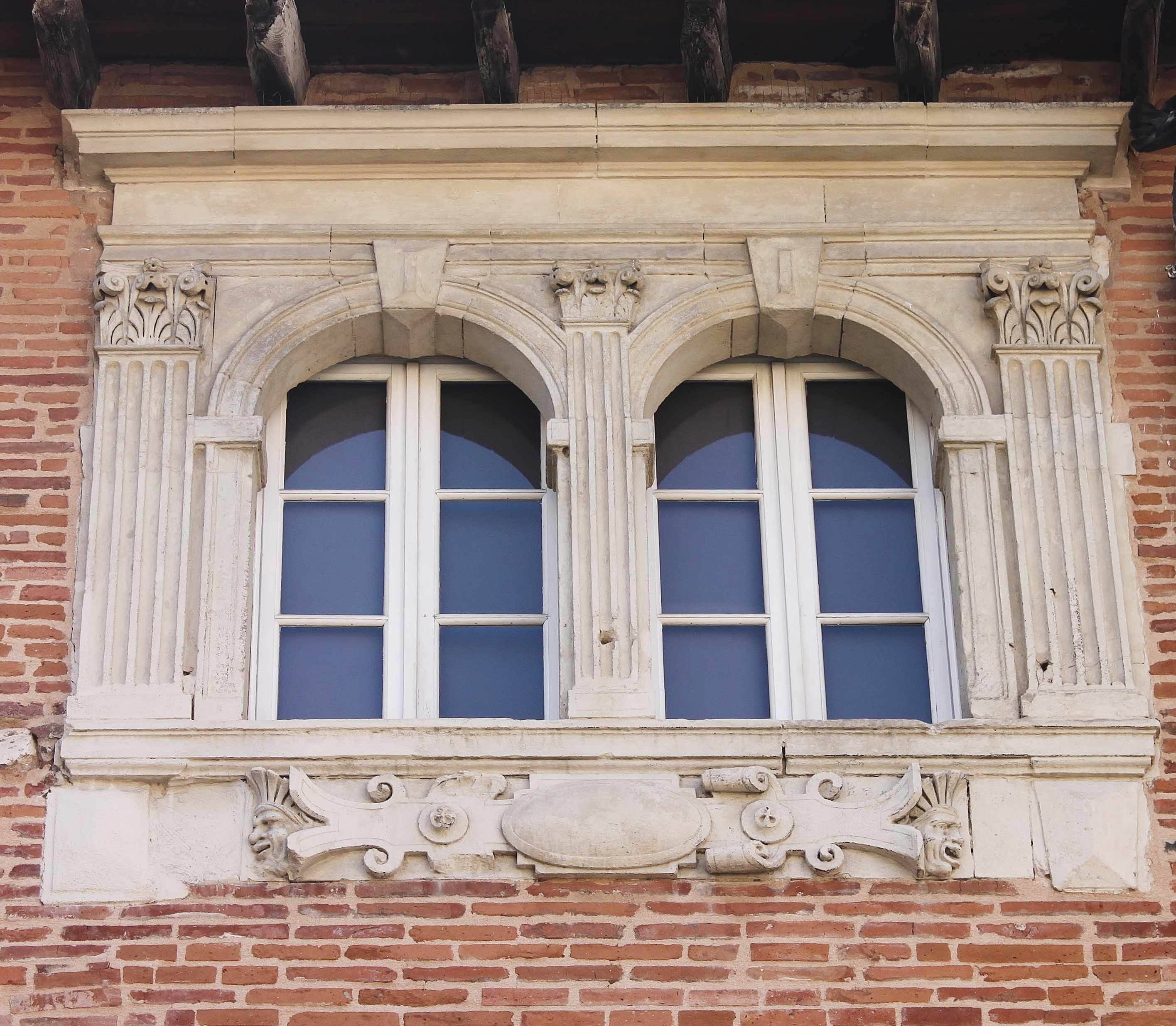
Maison d'Auger Ferrier, avec représentation de têtes d'Amérindiens.
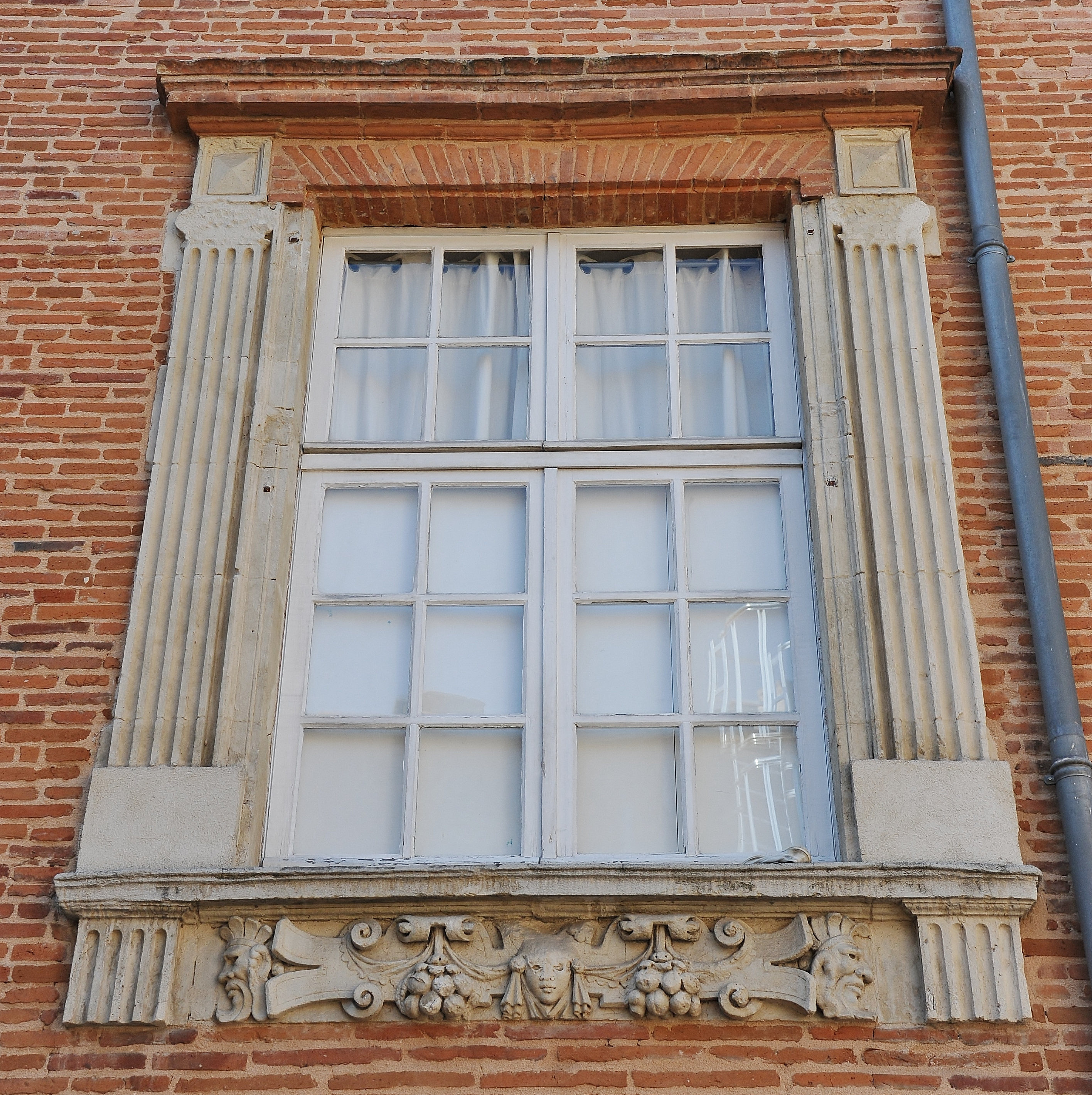
Maison d'Auger Ferrier.
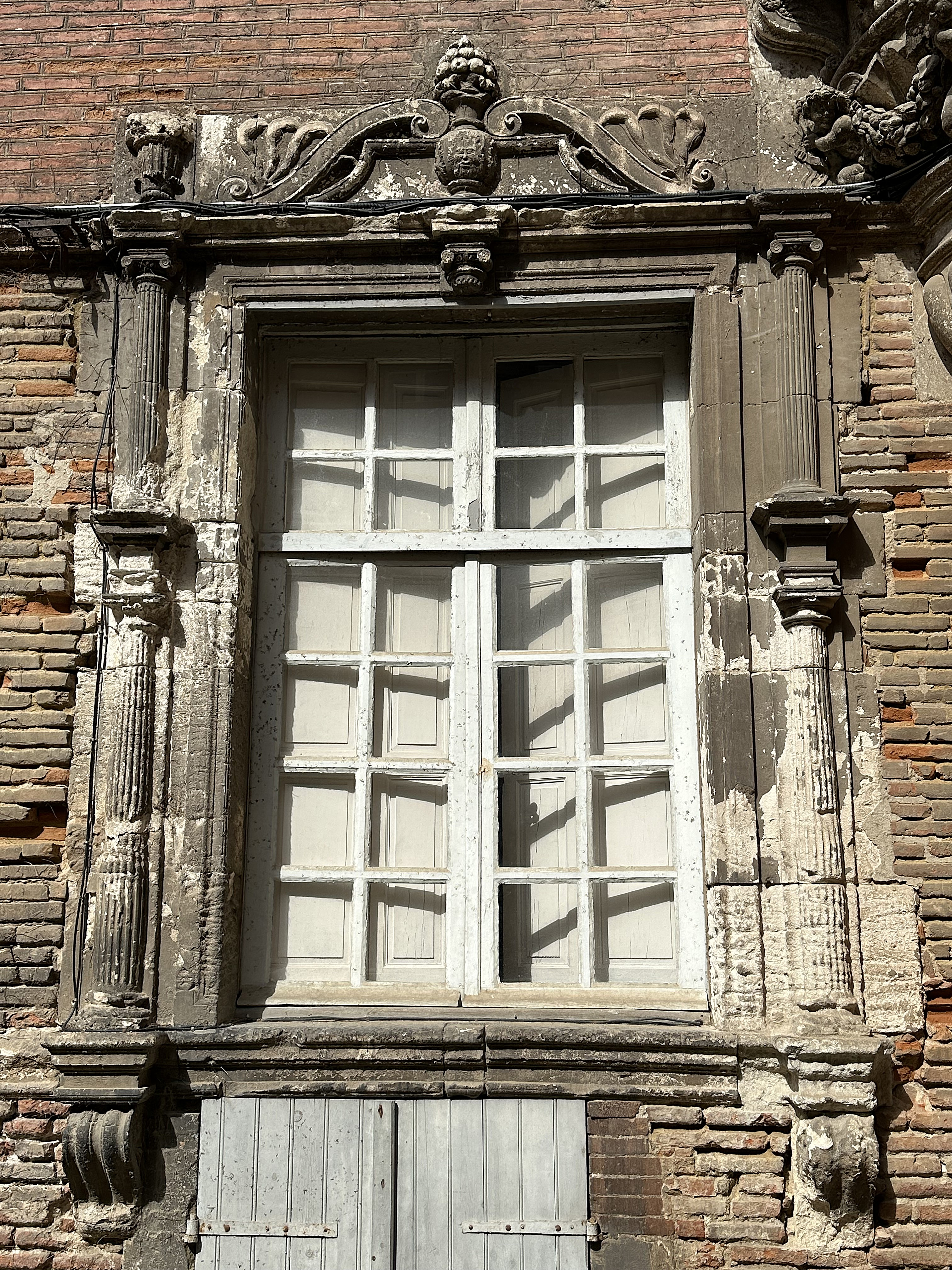
Hôtel Molinier (ou de Felzins).
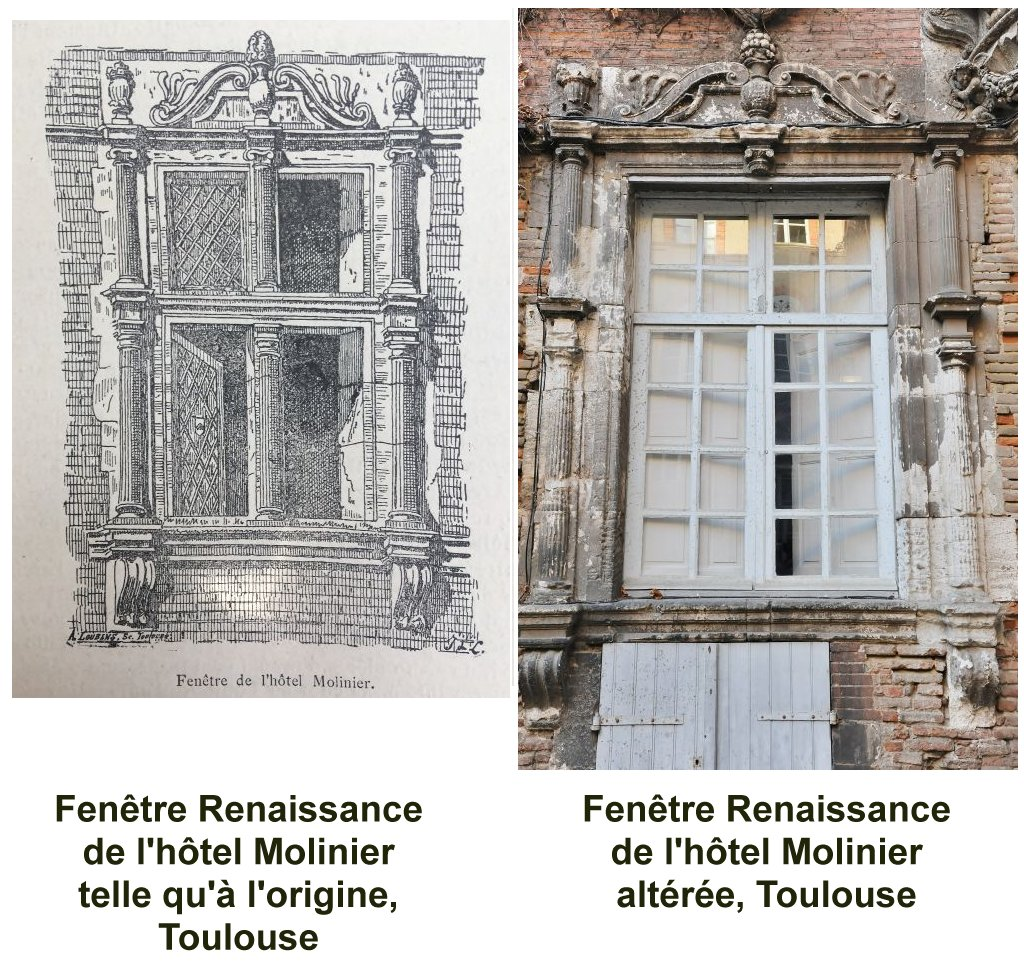
Hôtel Molinier, altération d'une fenêtre.
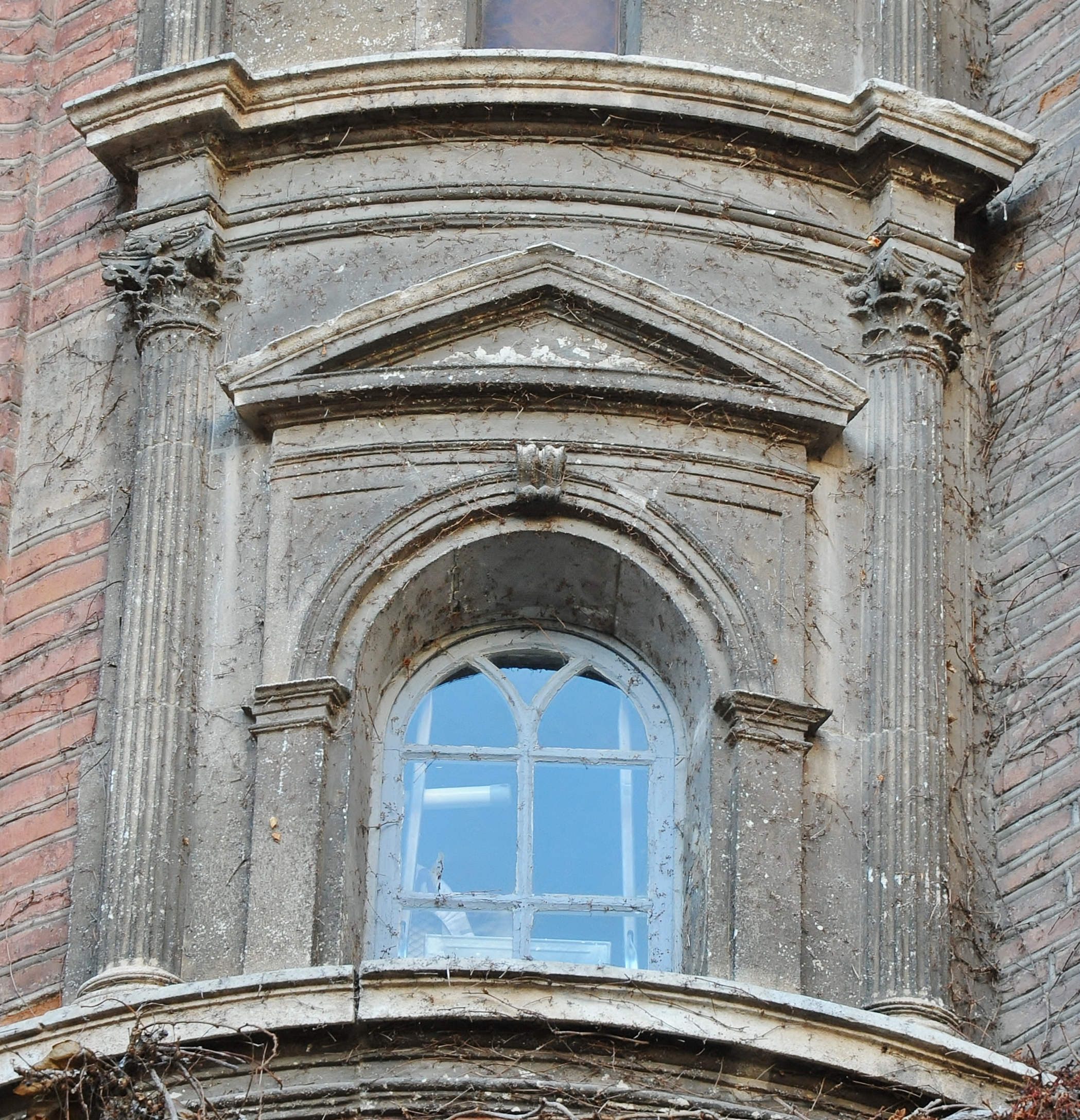
Hôtel Molinier (ou de Felzins).
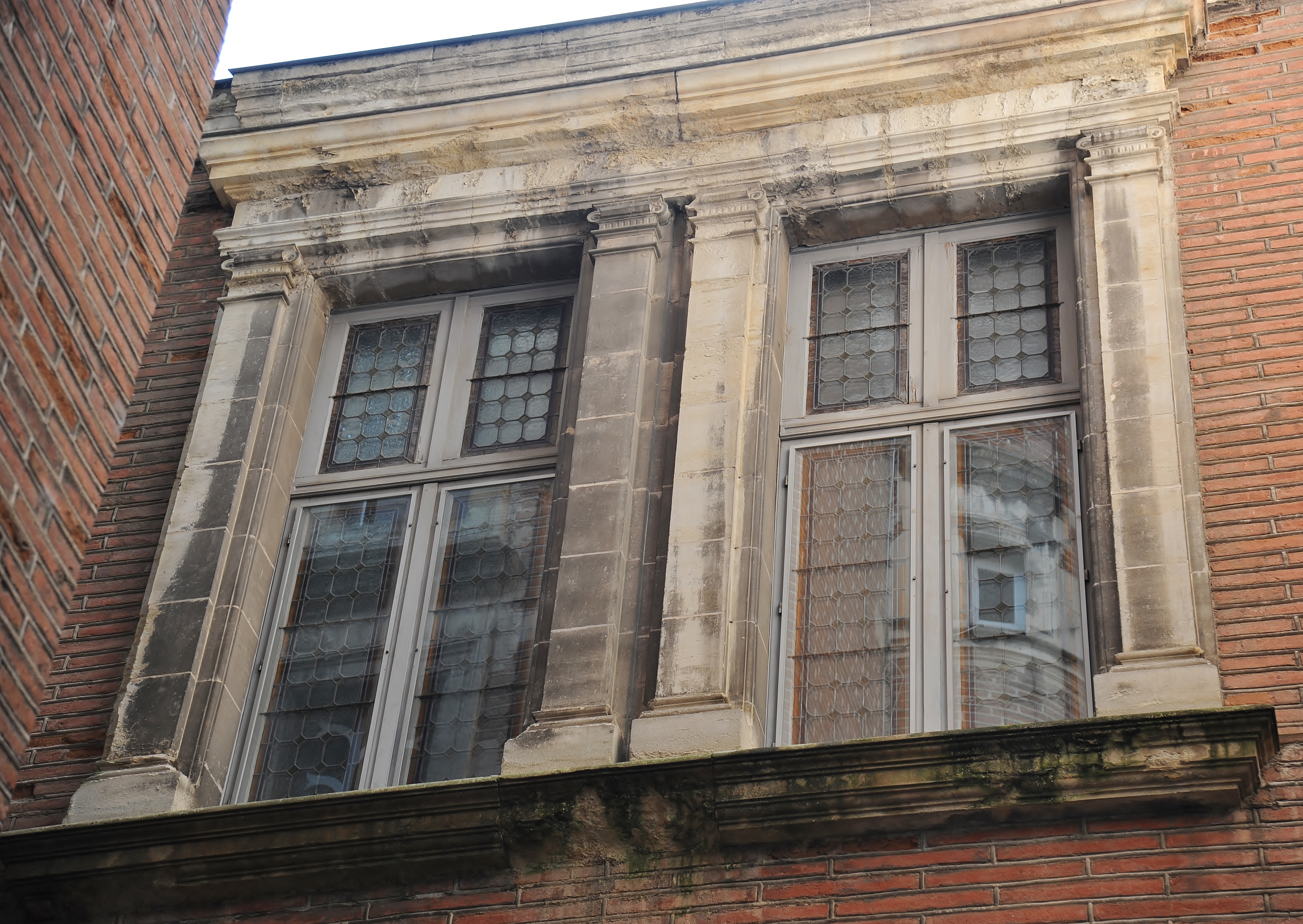
Hôtel de Felzins (ou Molinier).
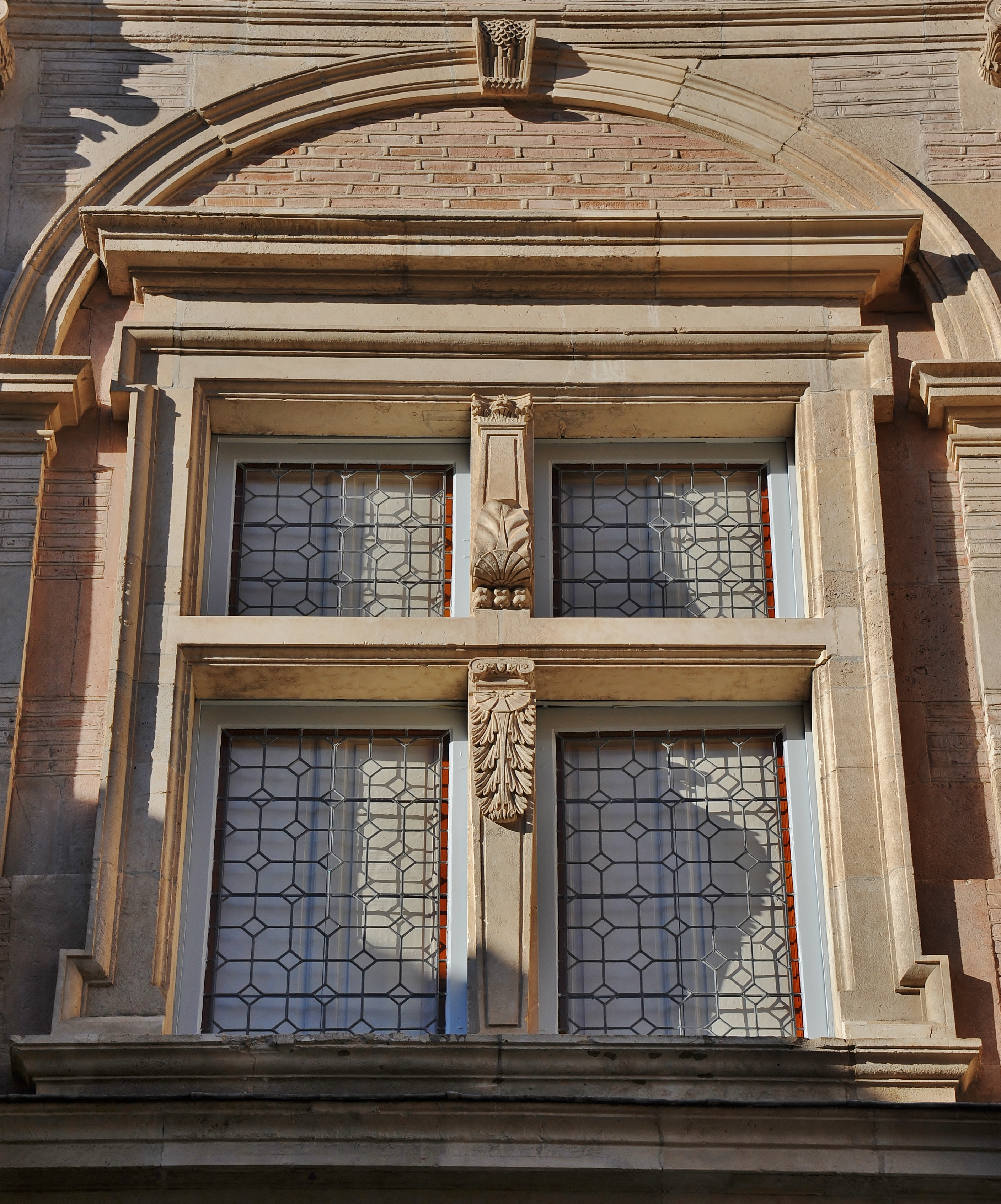
Hôtel d'Assézat.
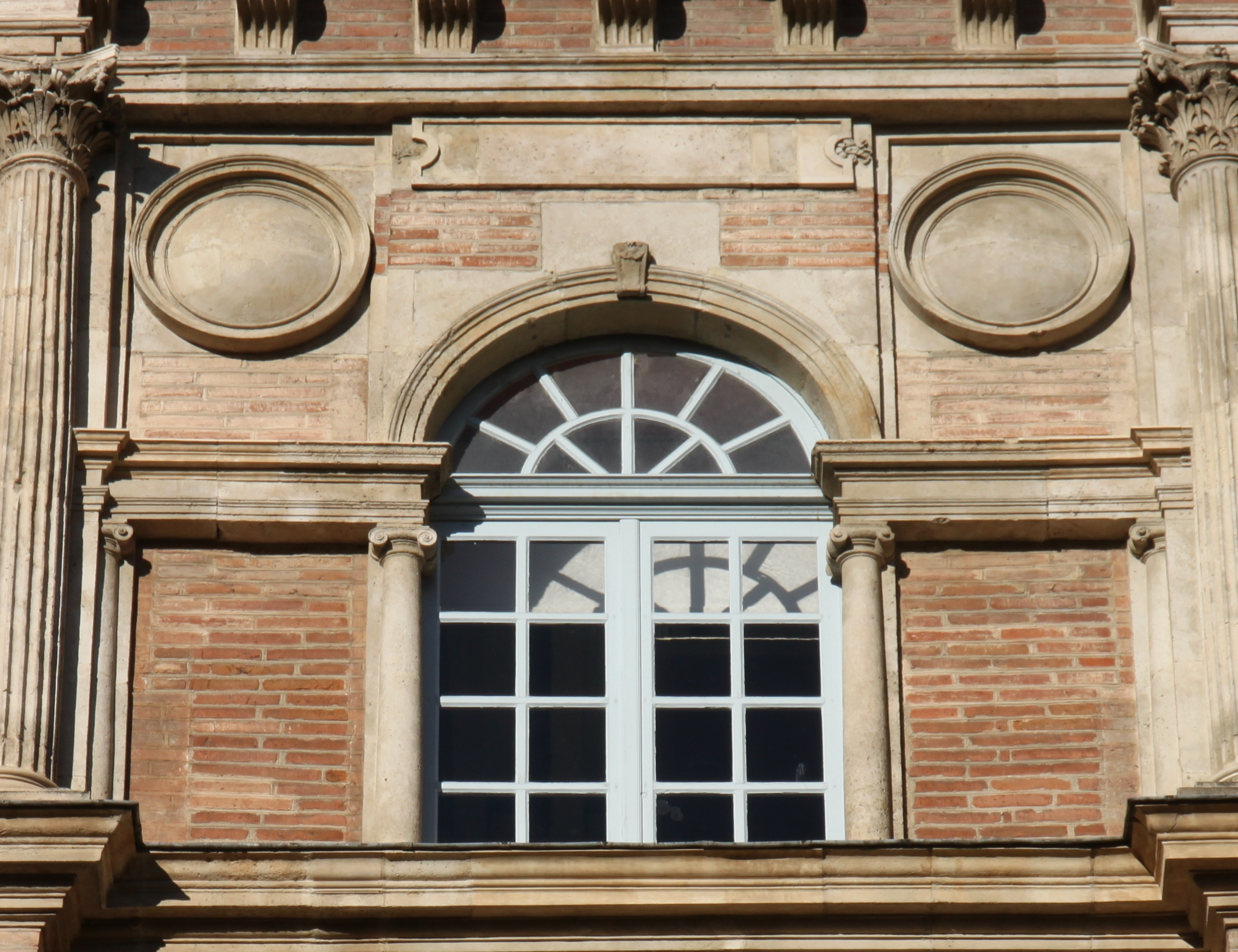
Hôtel d'Assézat, fenêtre serlienne.
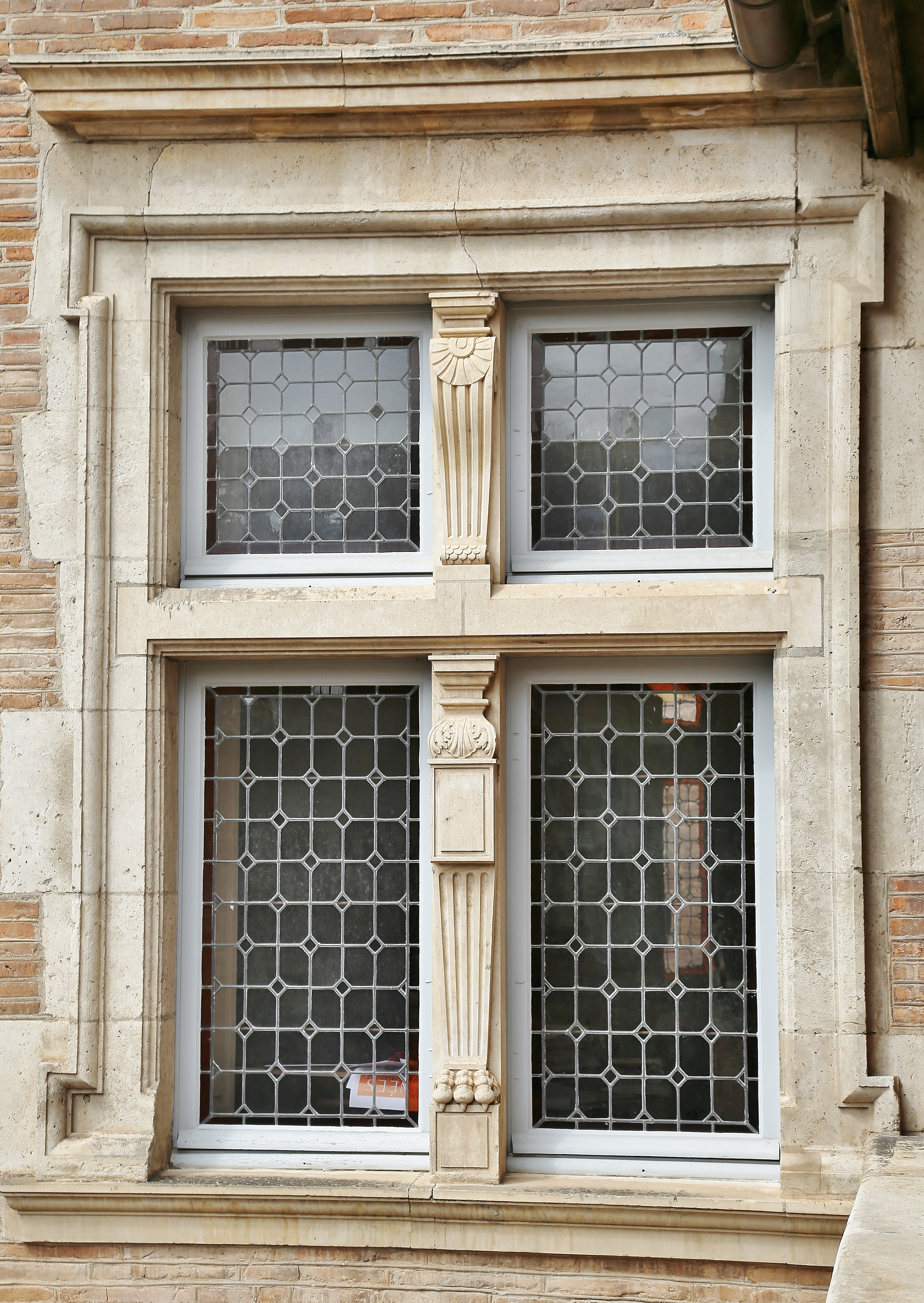
Hôtel d'Assézat.
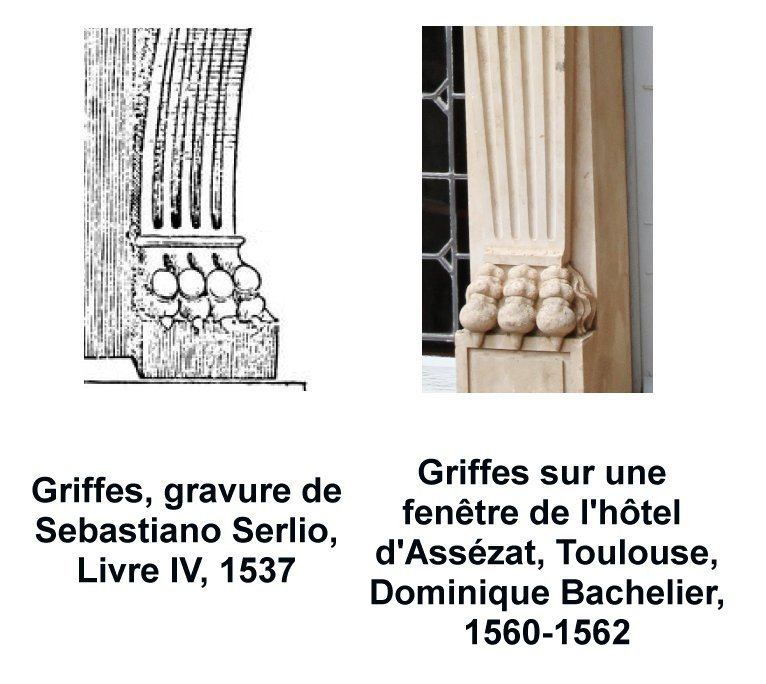
Hôtel d'Assézat, détail de la fenêtre précédente.
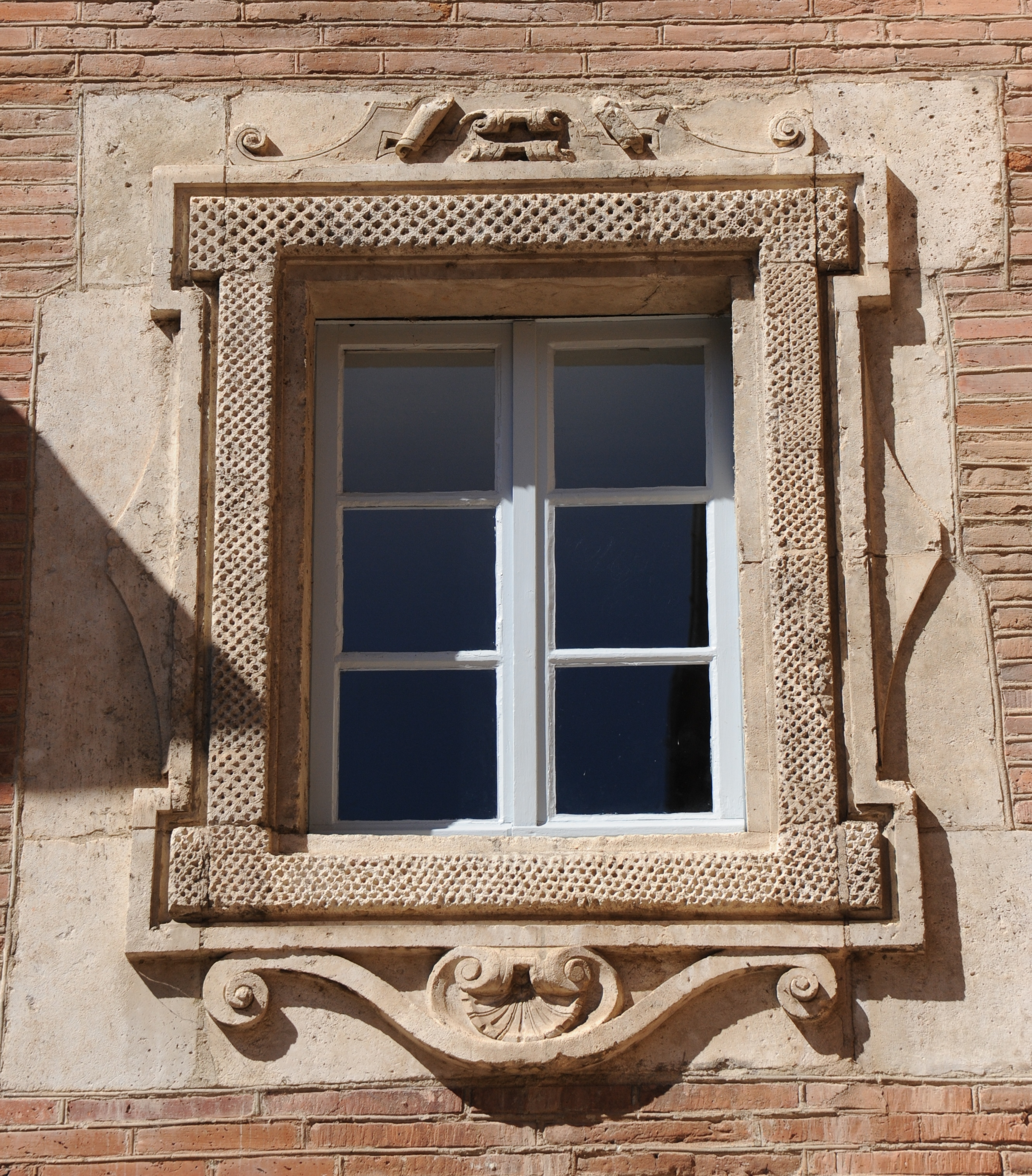
Hôtel d'Assézat.
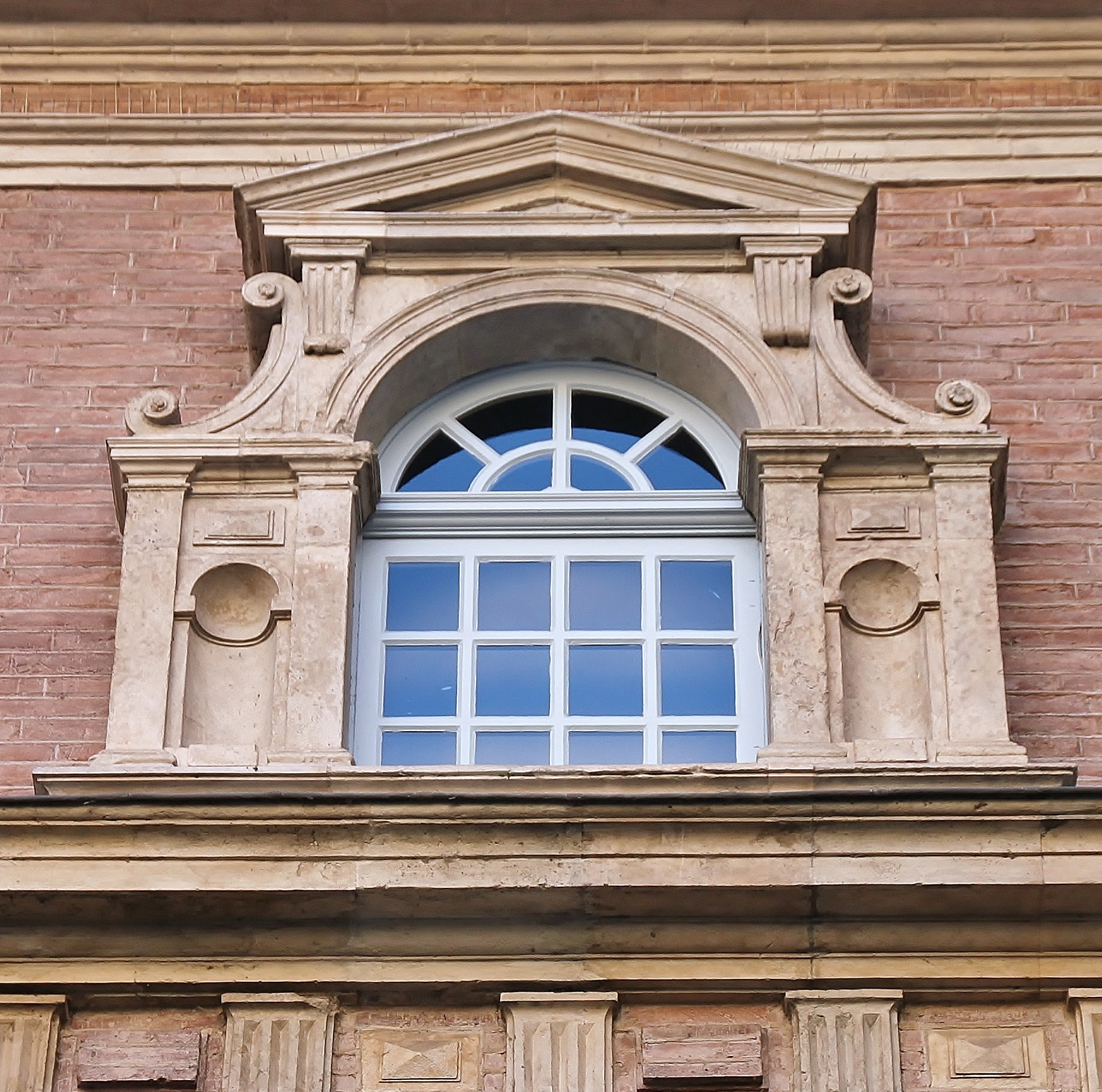
Hôtel d'Assézat.
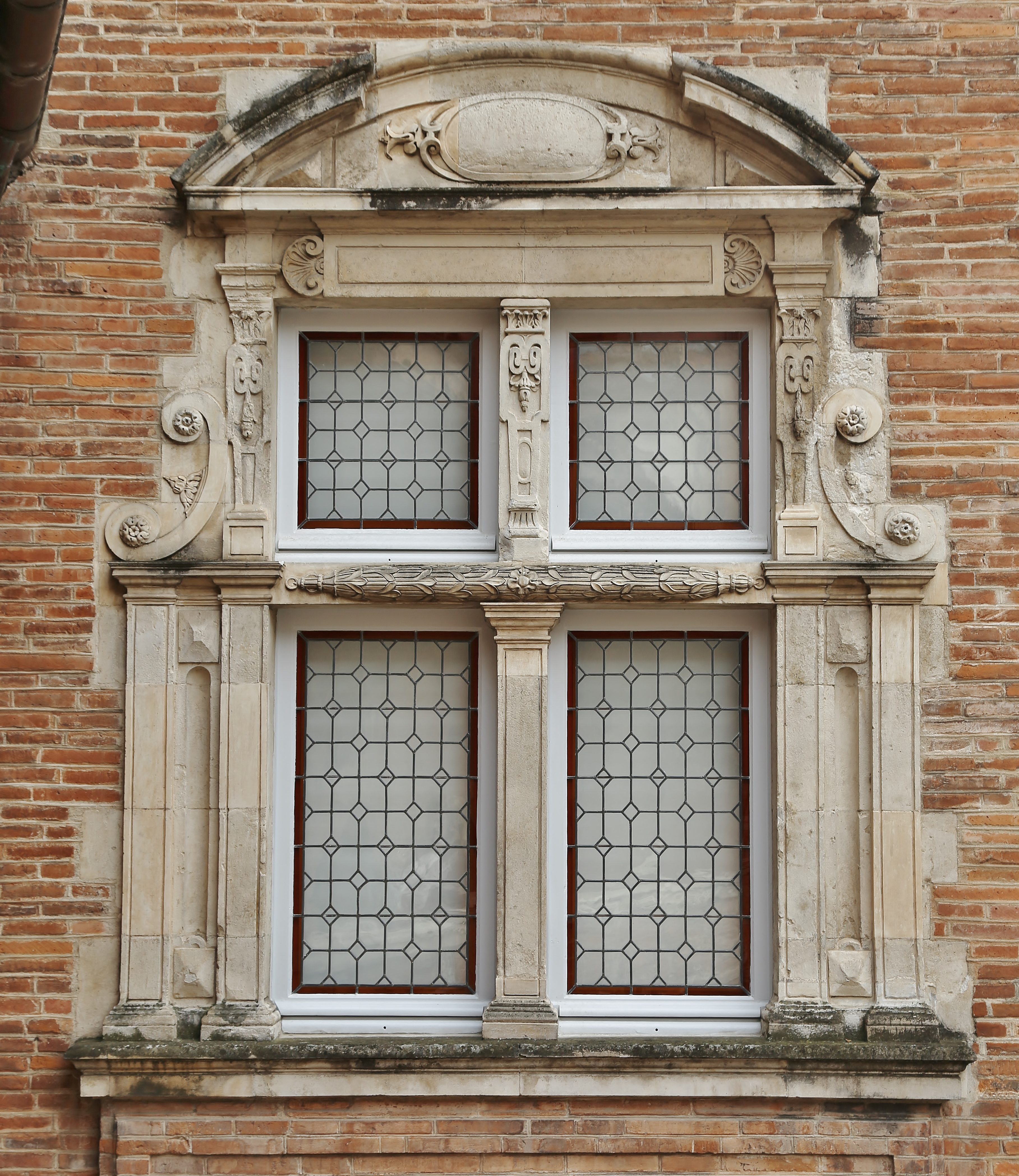
Hôtel d'Assézat (bureau du marchand sur la cour).
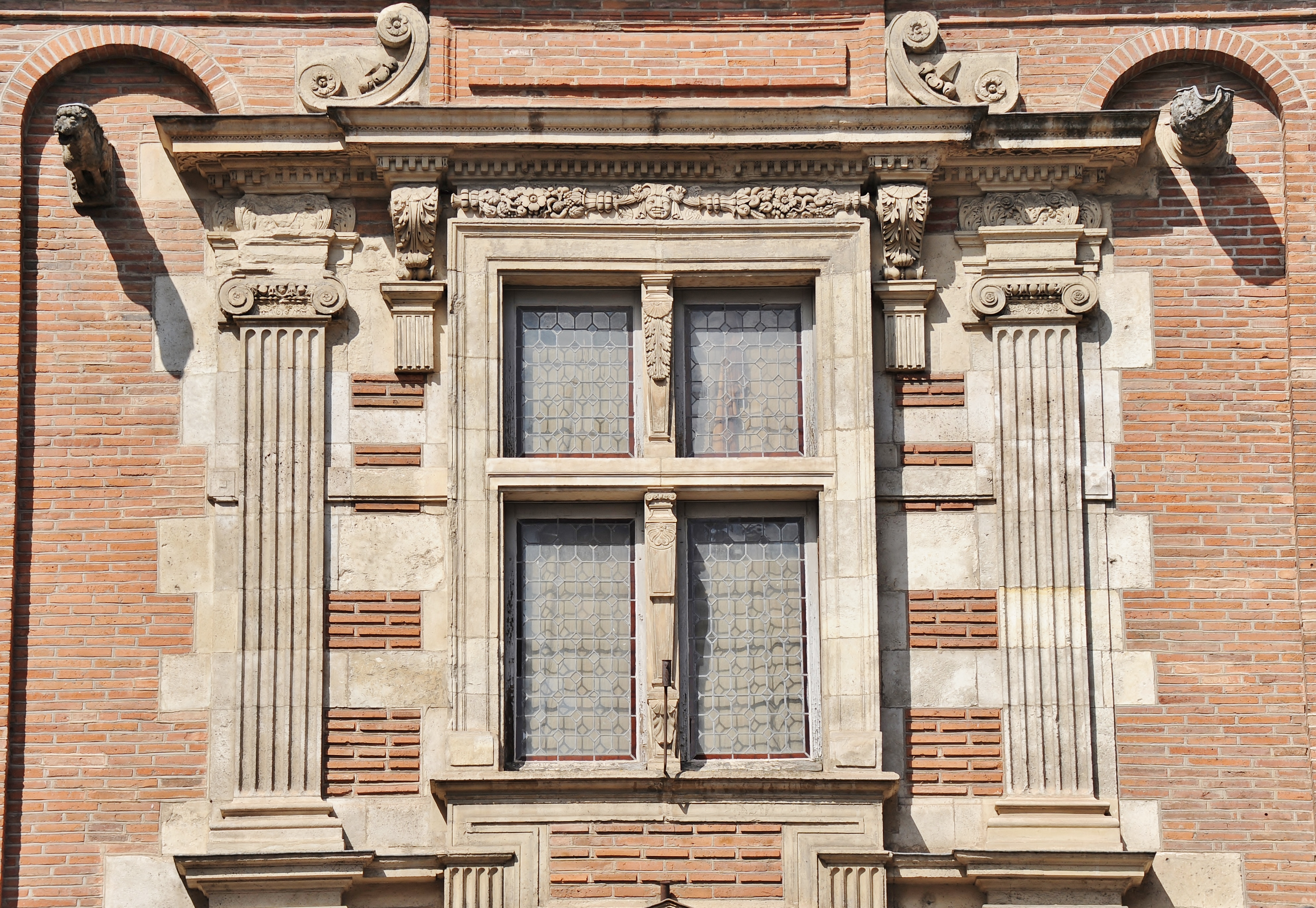
Hôtel d'Assézat (bureau du marchand sur la rue).
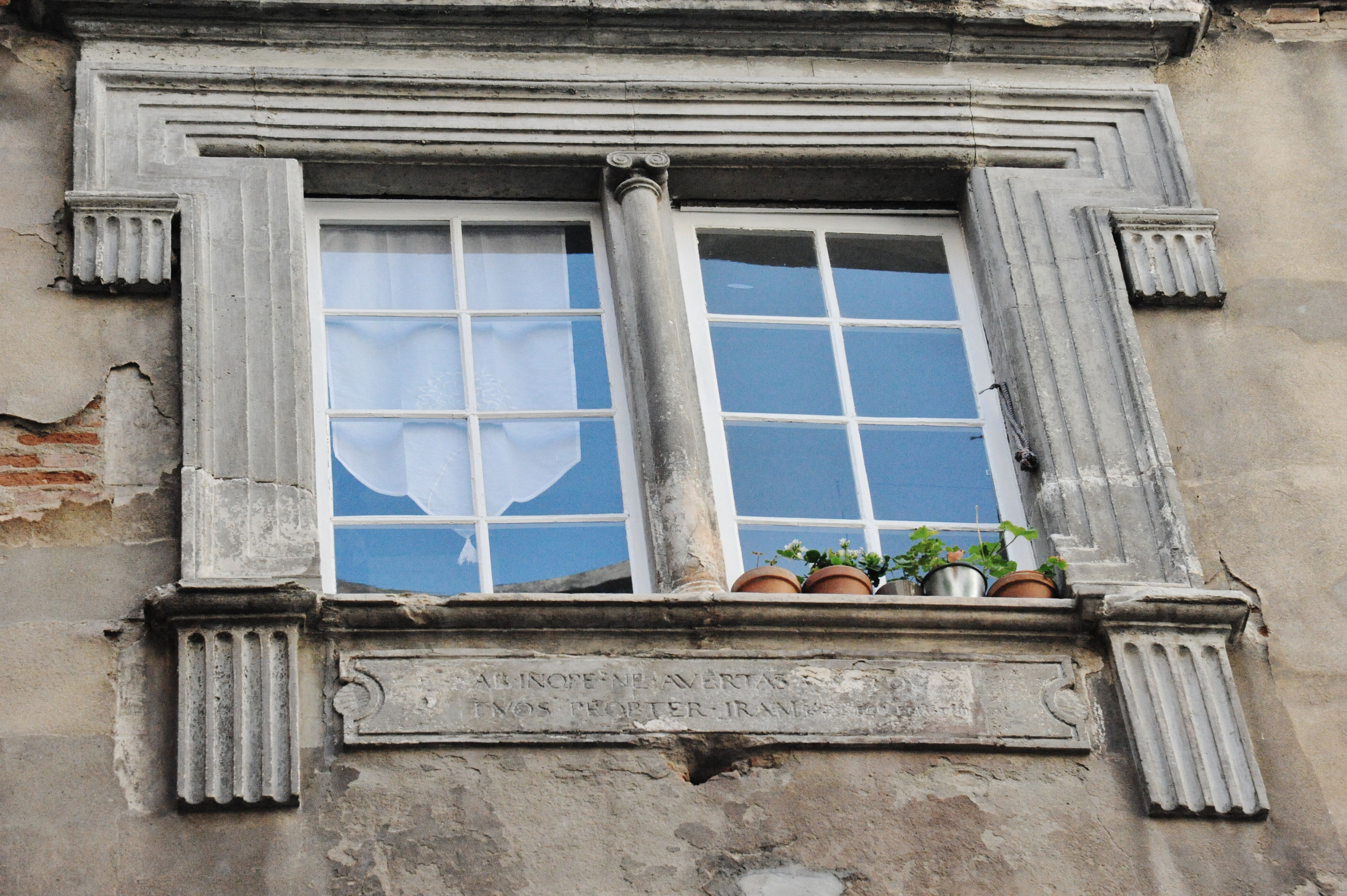
Hôtel Delpech, avec citations de la Bible en latin.
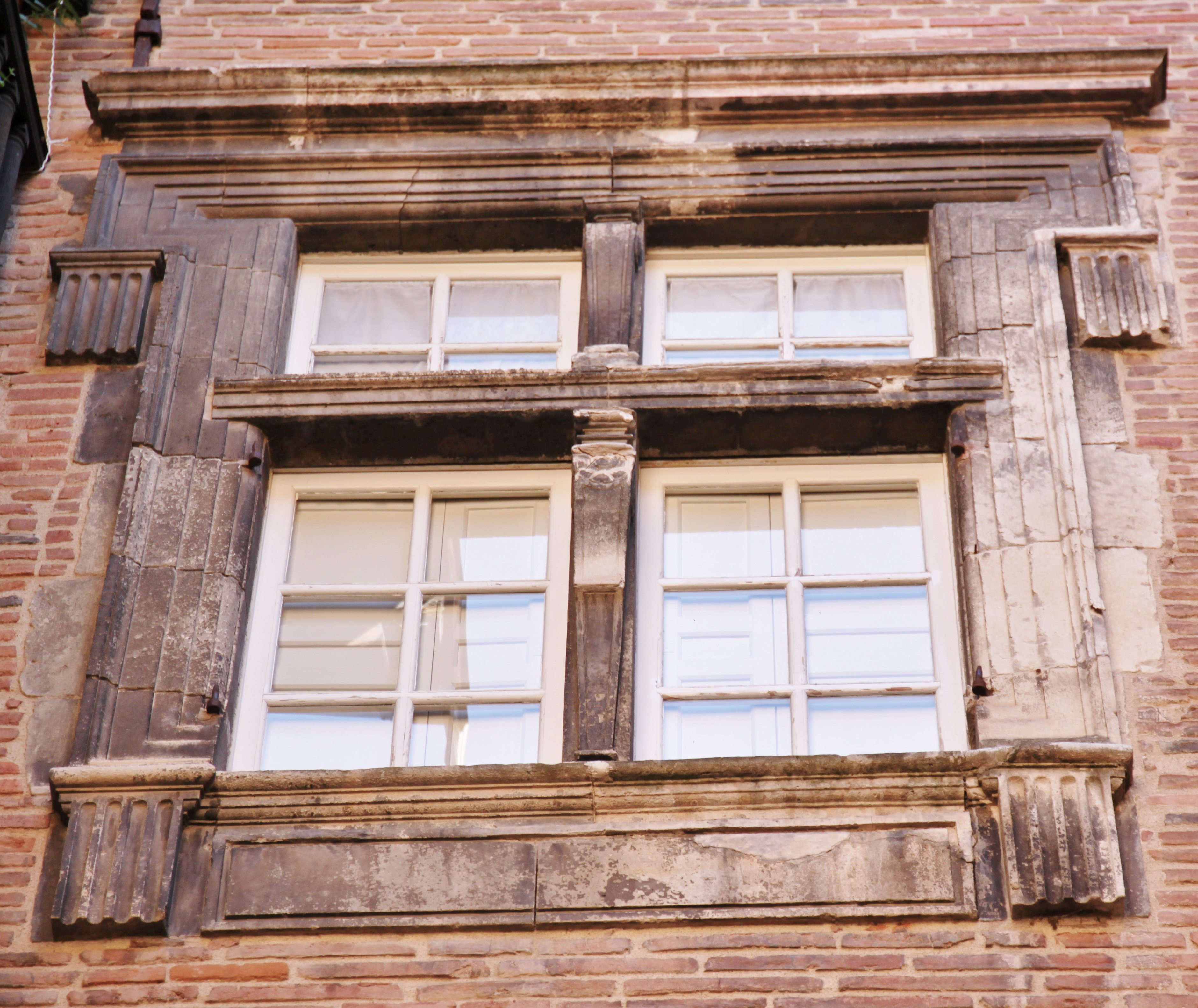
Hôtel d'Astorg (cour).
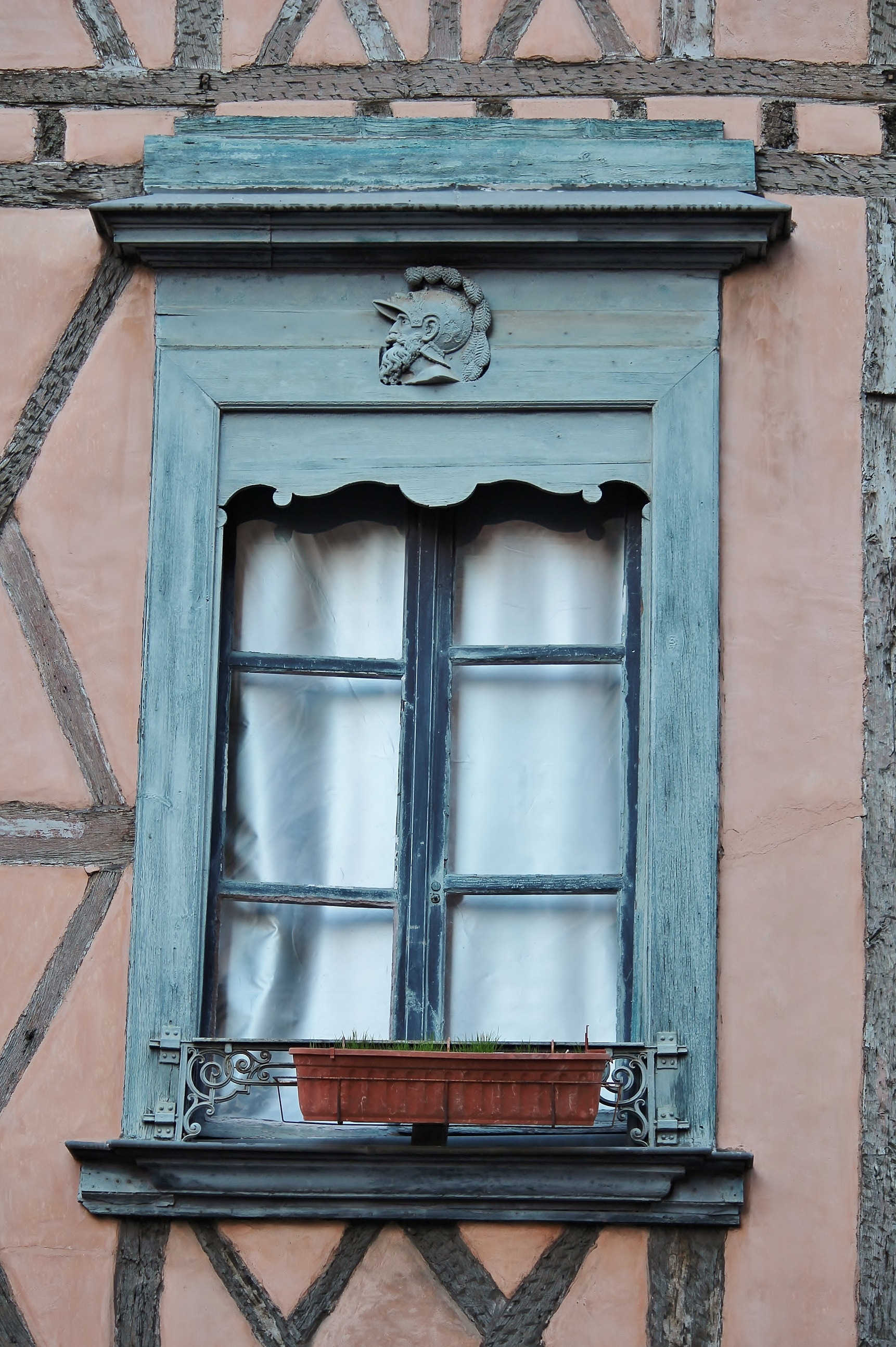
1 rue de Gorsse (en bois).
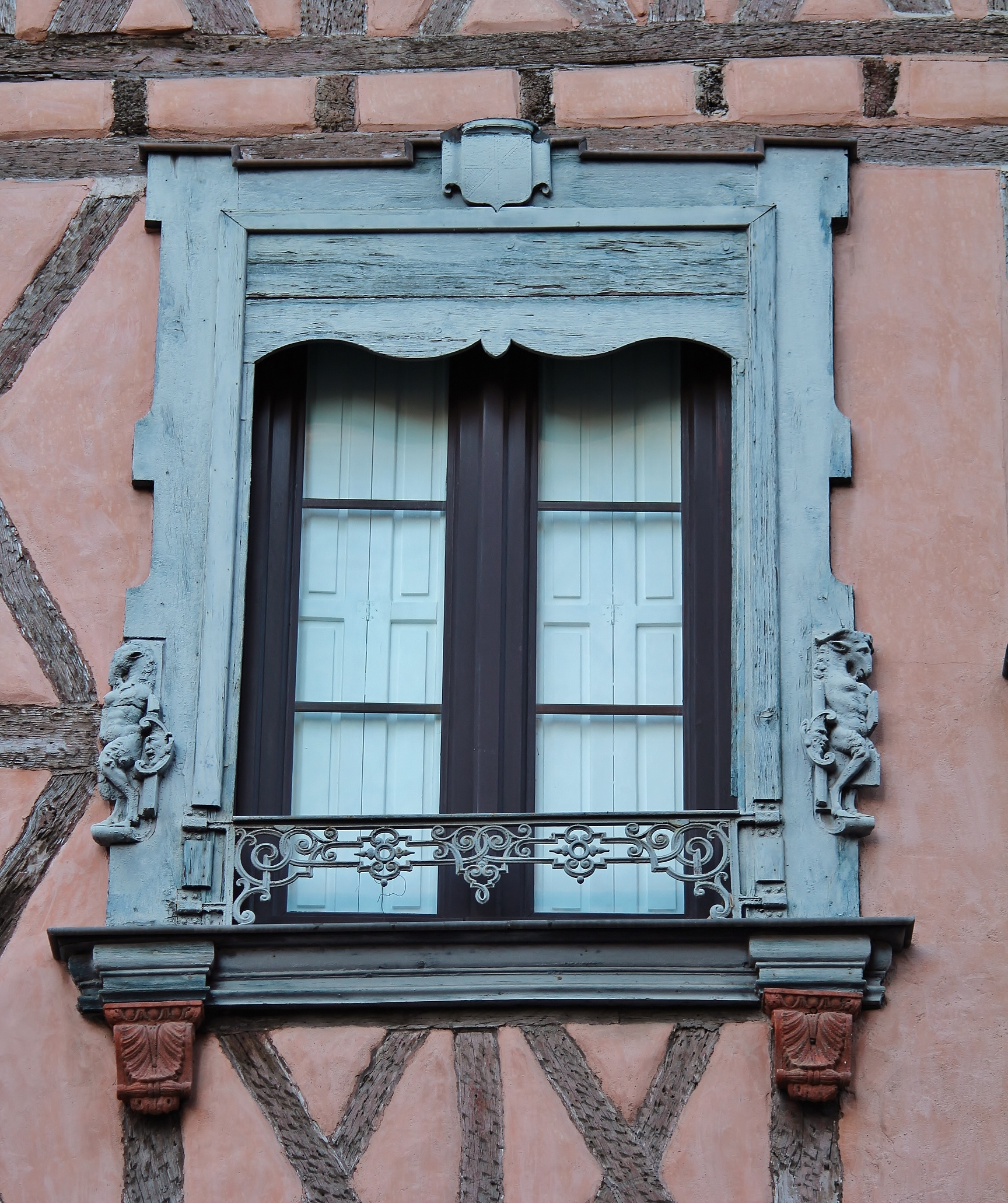
1 rue de Gorsse (en bois).
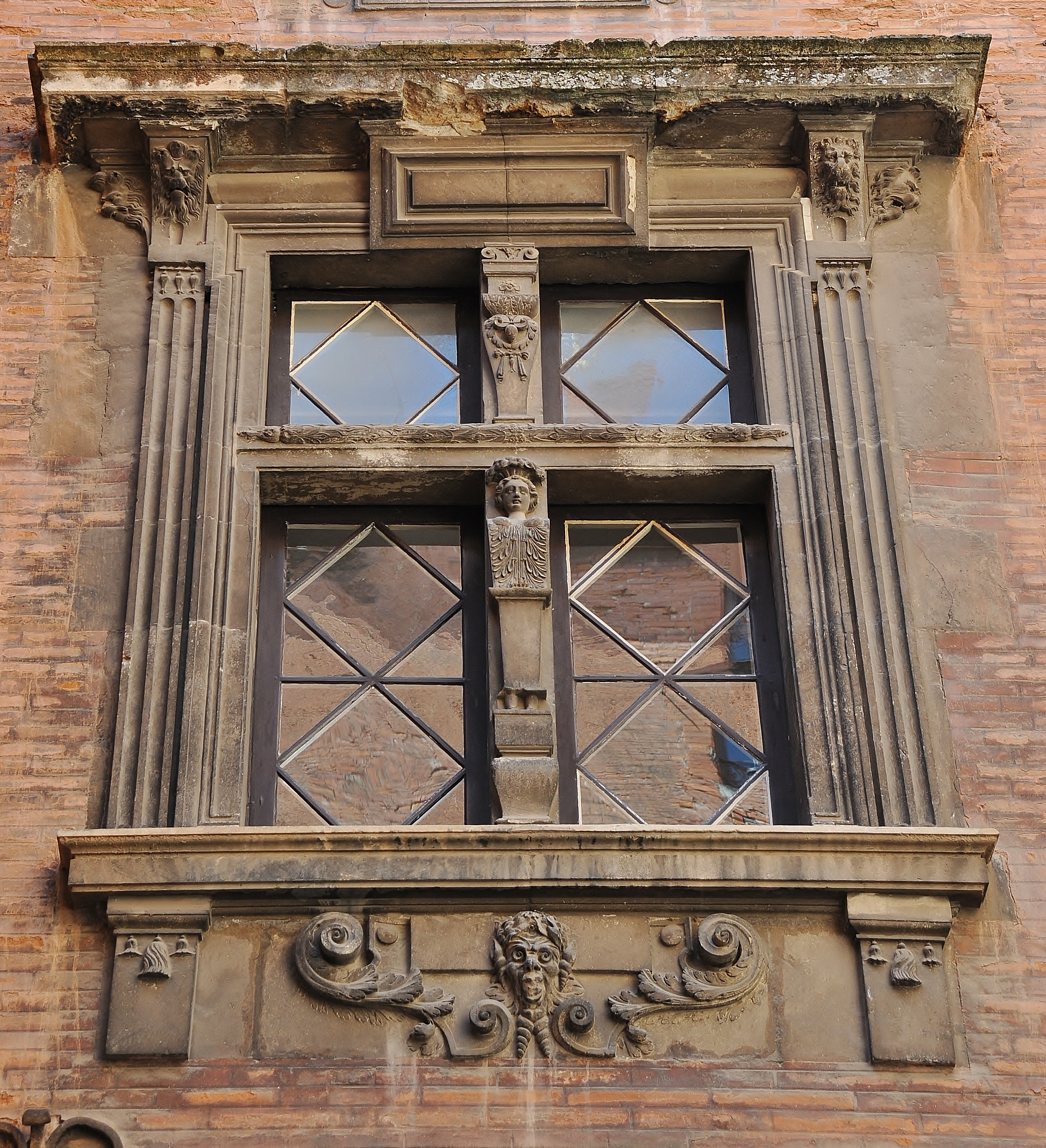
Hôtel de Massas.
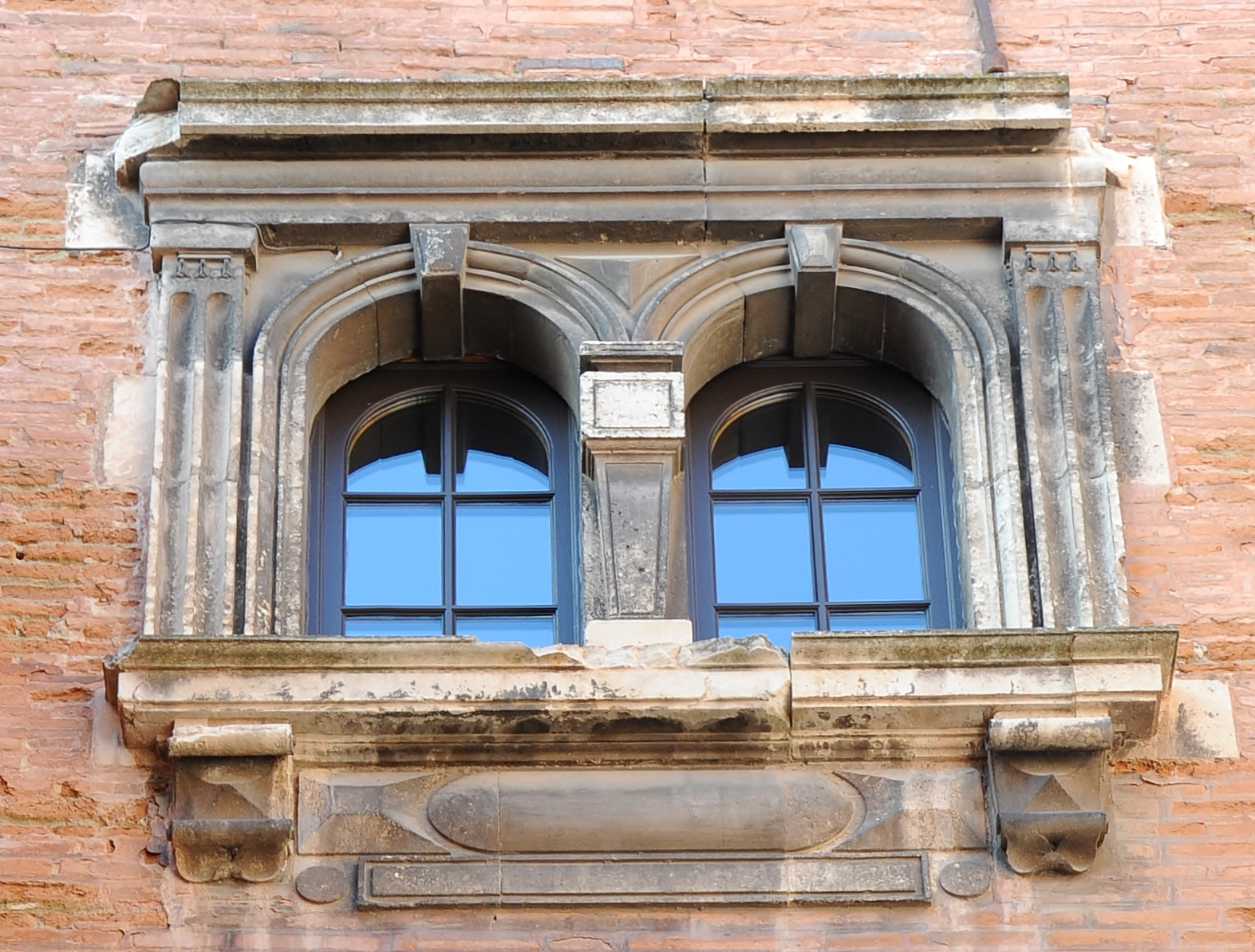
Hôtel de Massas.
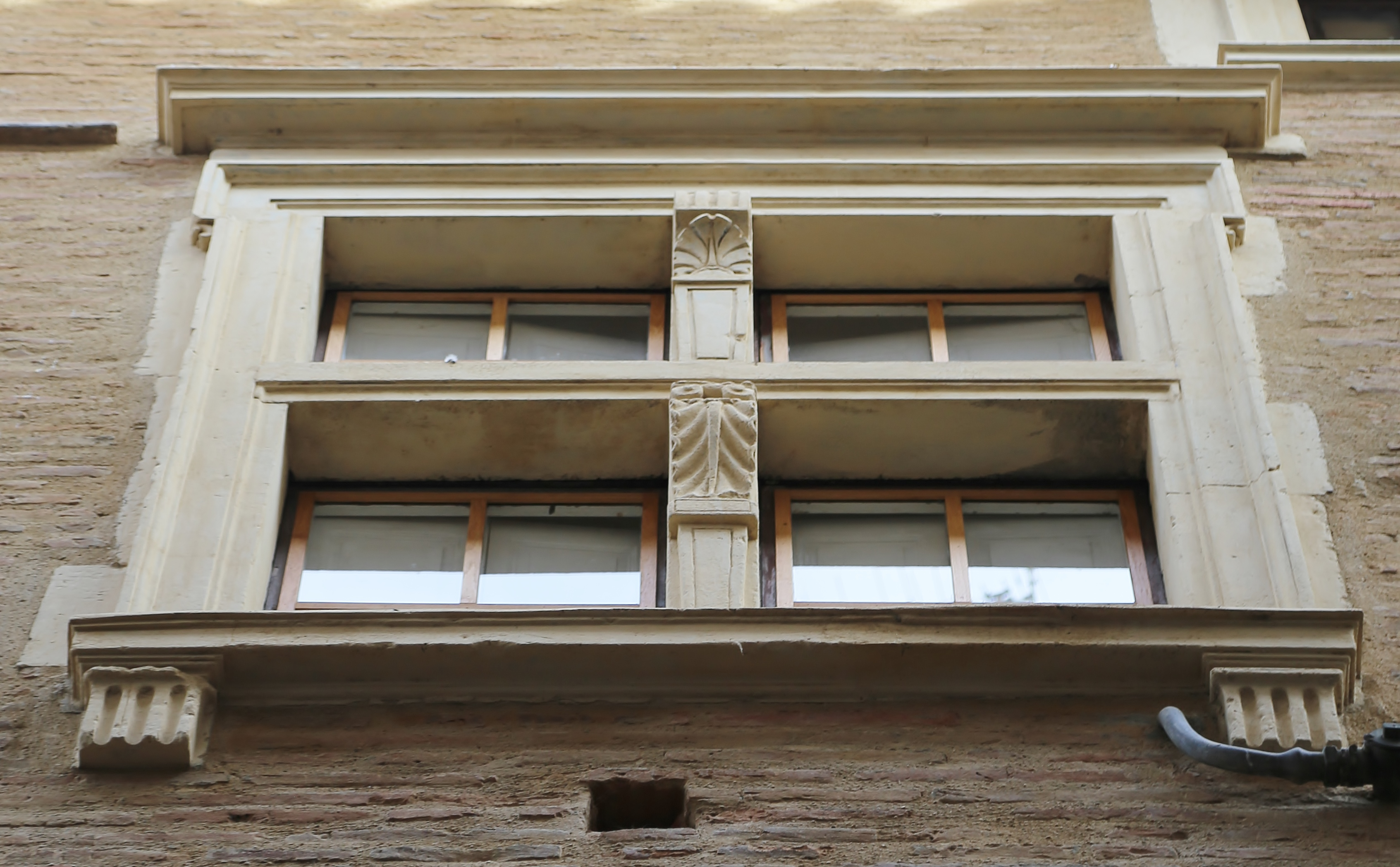
Hôtel Dumay (sur rue).
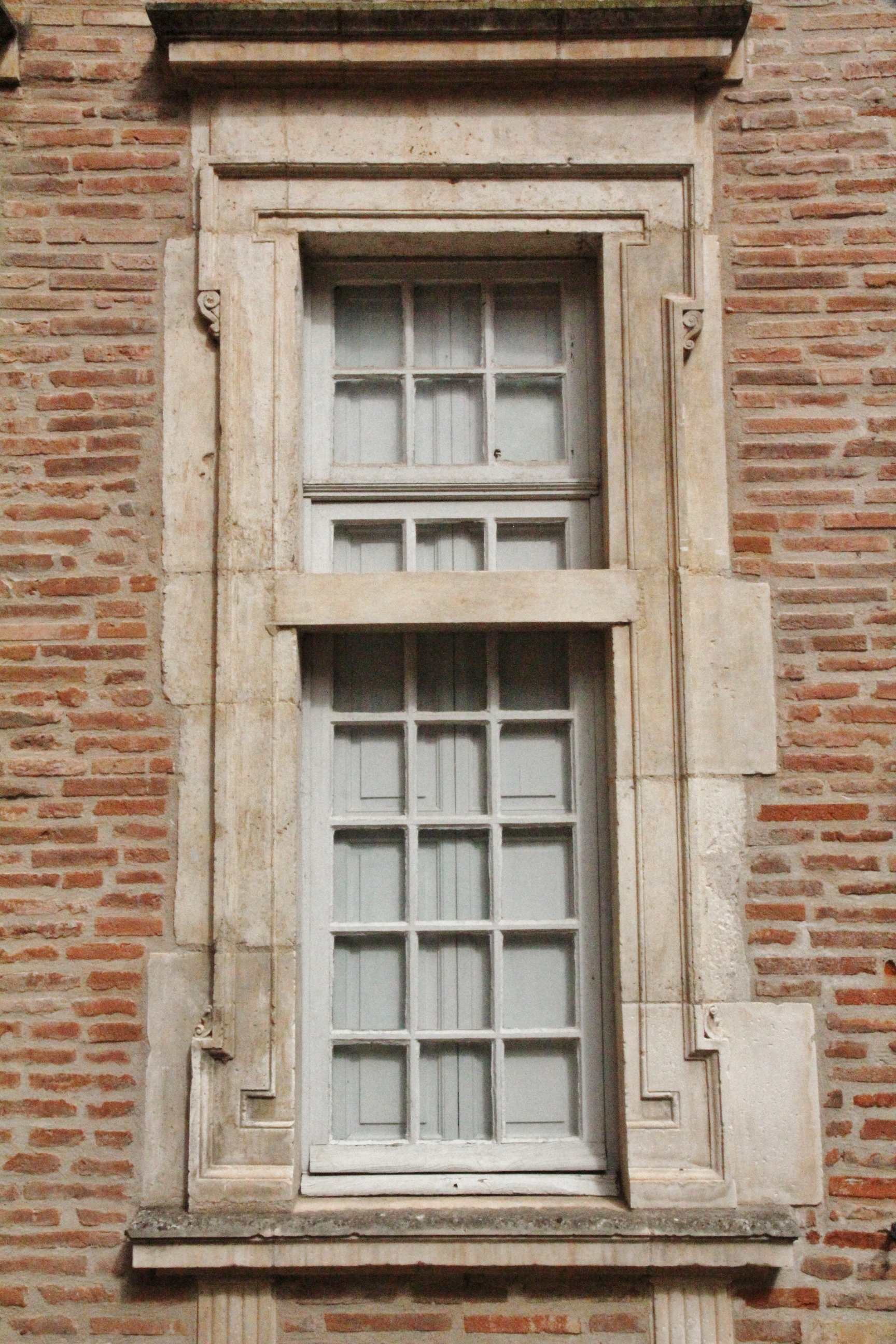
Hôtel Dumay (sur cour).
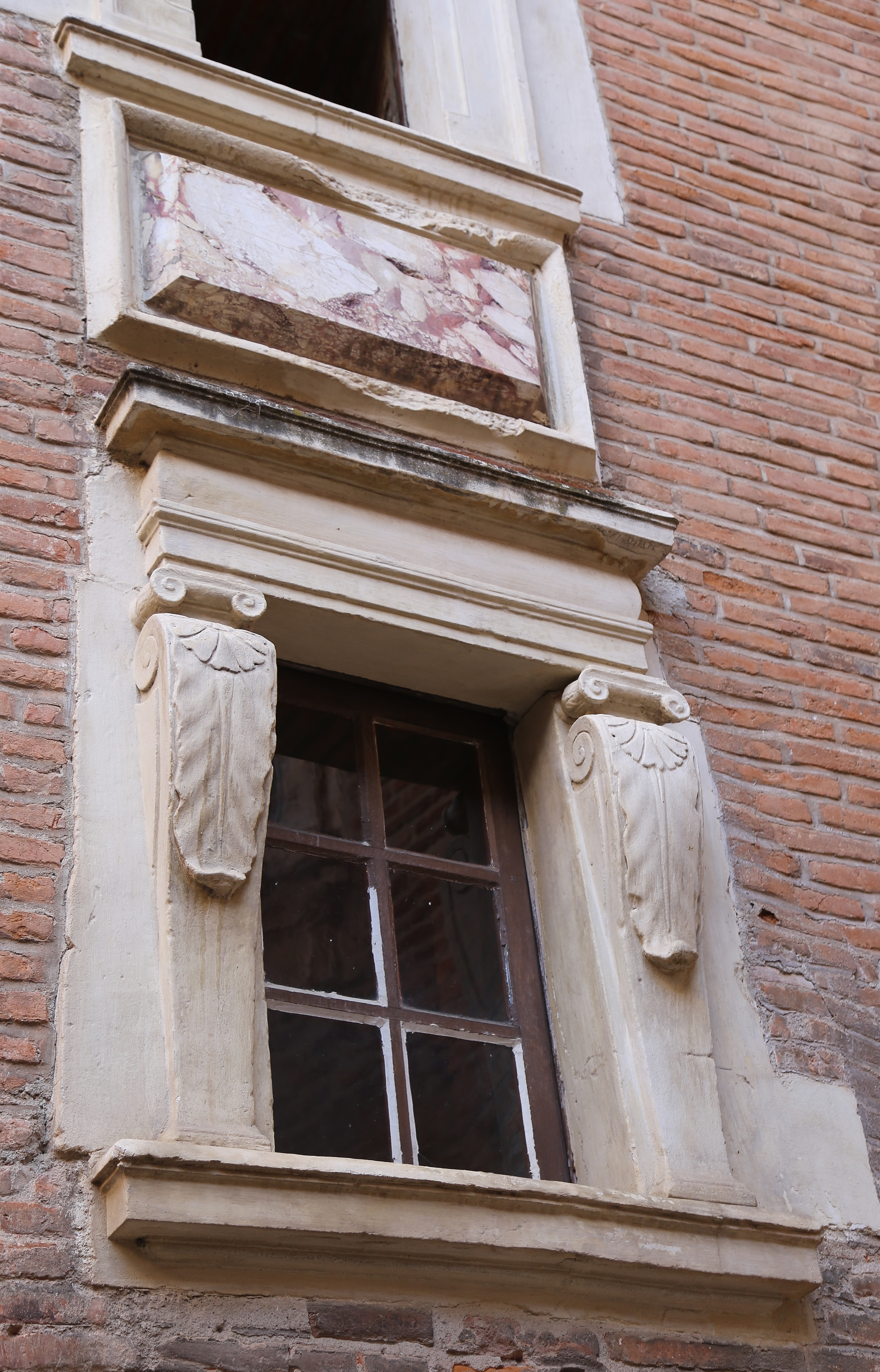
Hôtel Dumay (sur tour).
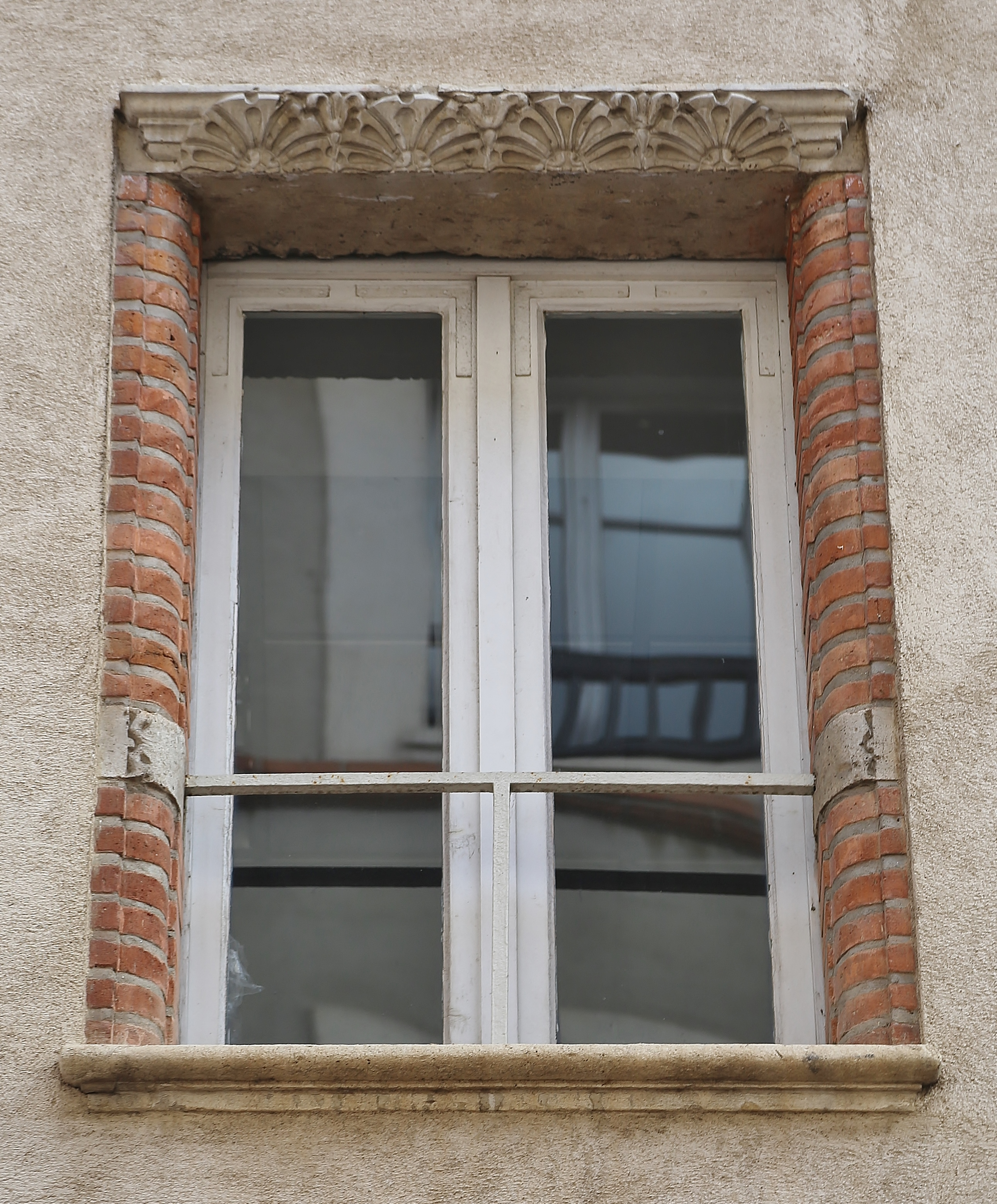
4 rue du Prieuré.
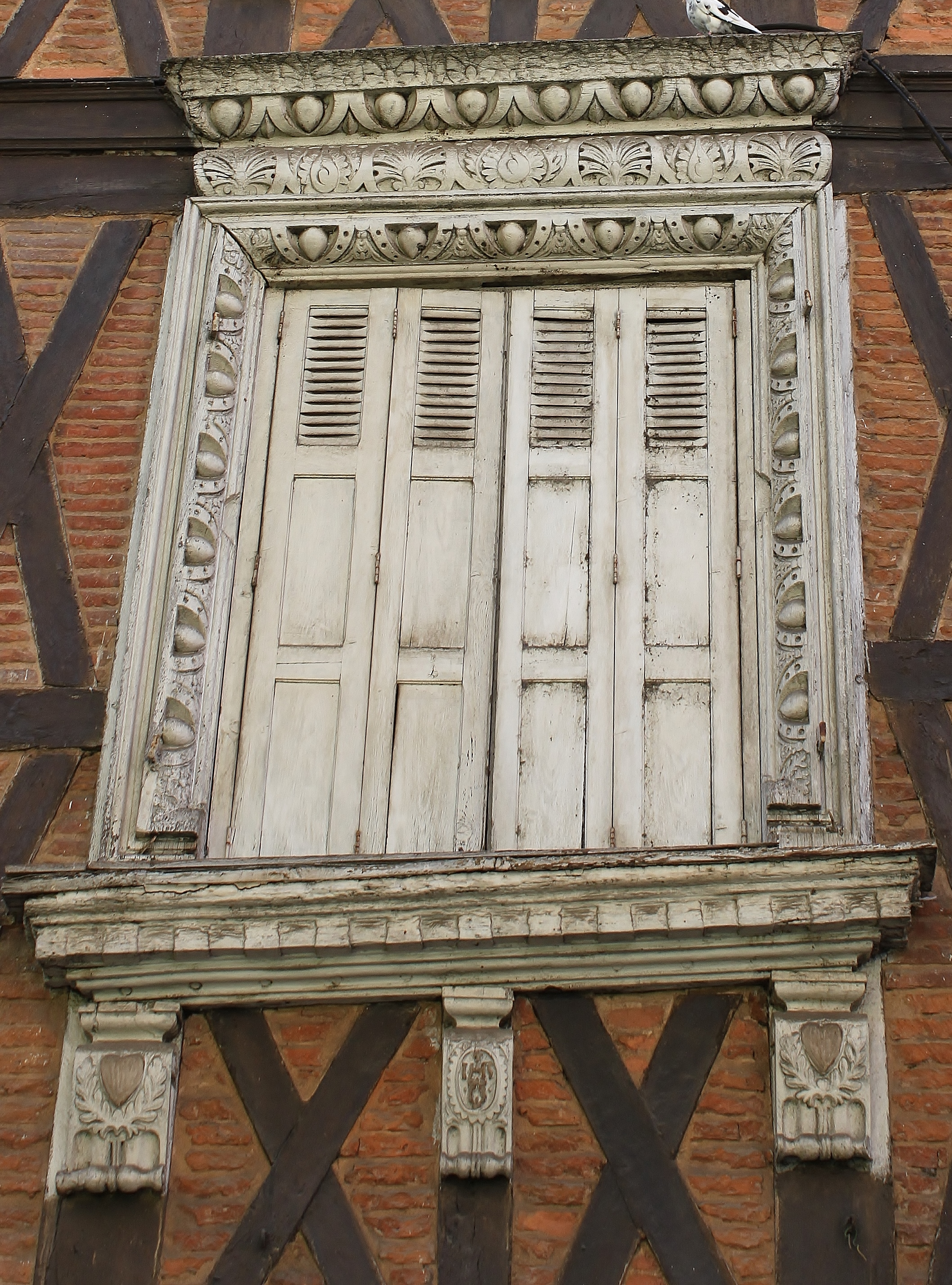
Maison d'Élie Géraud (en bois).
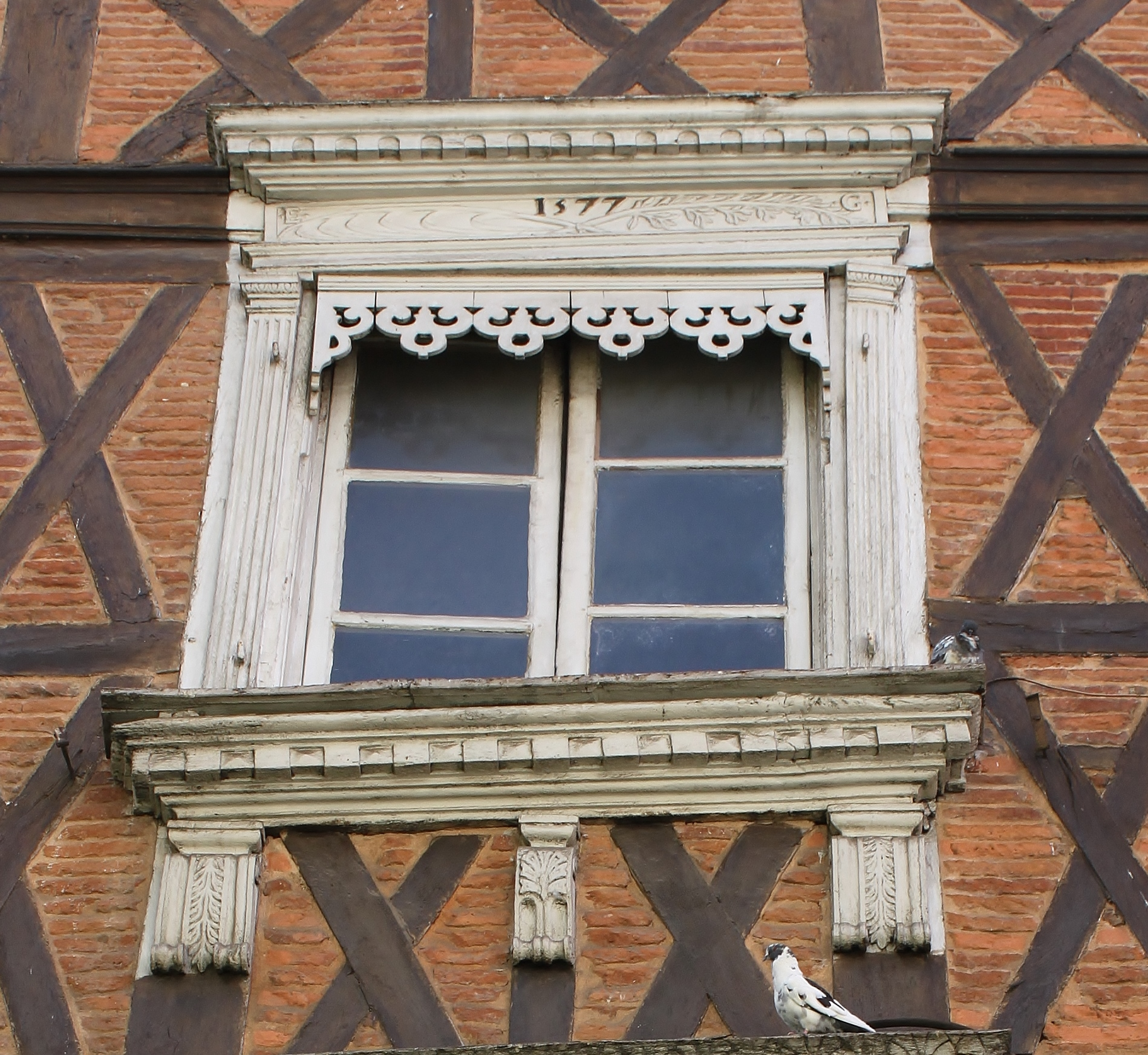
Maison d'Élie Géraud (en bois).
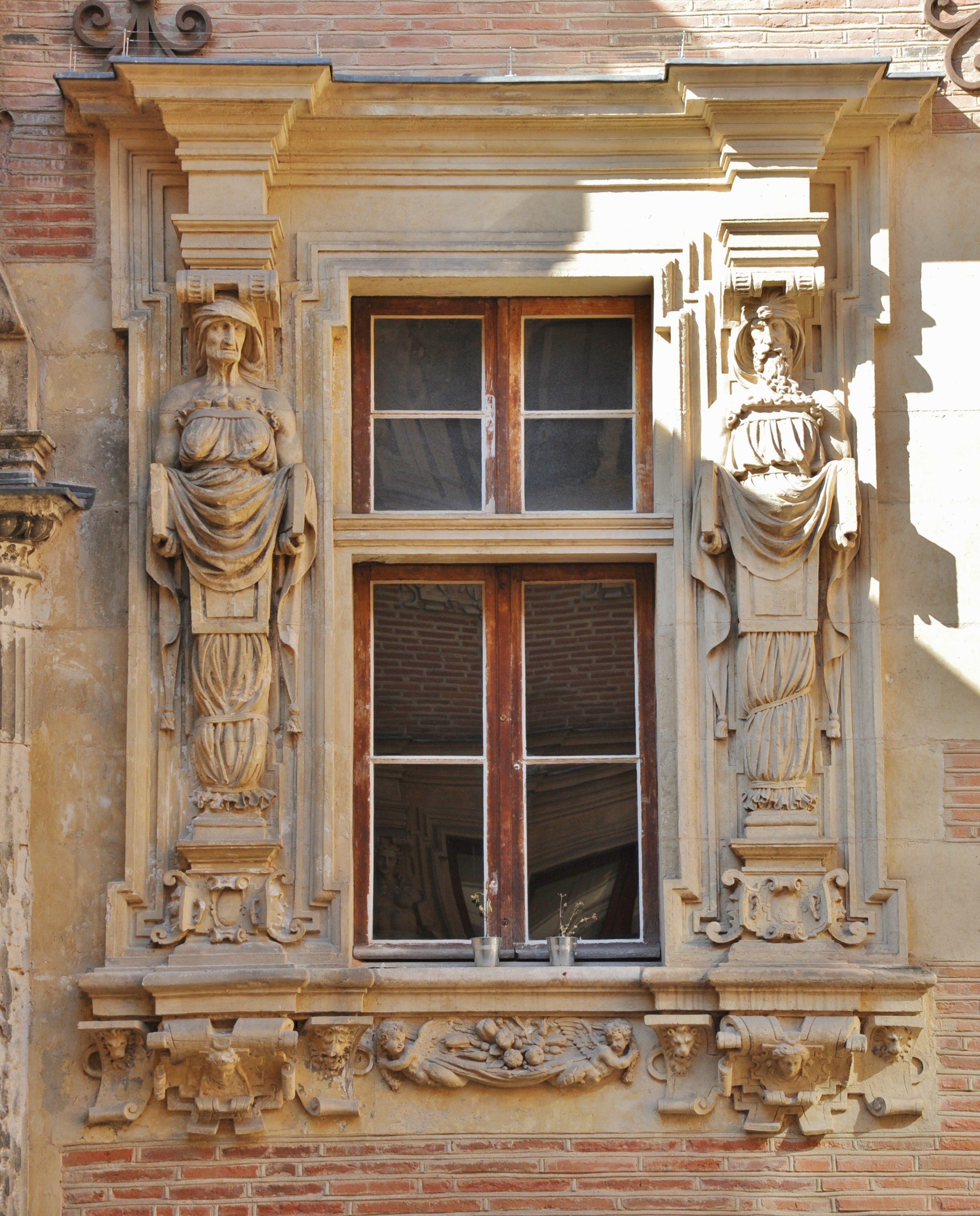
Hôtel du Vieux-Raisin.
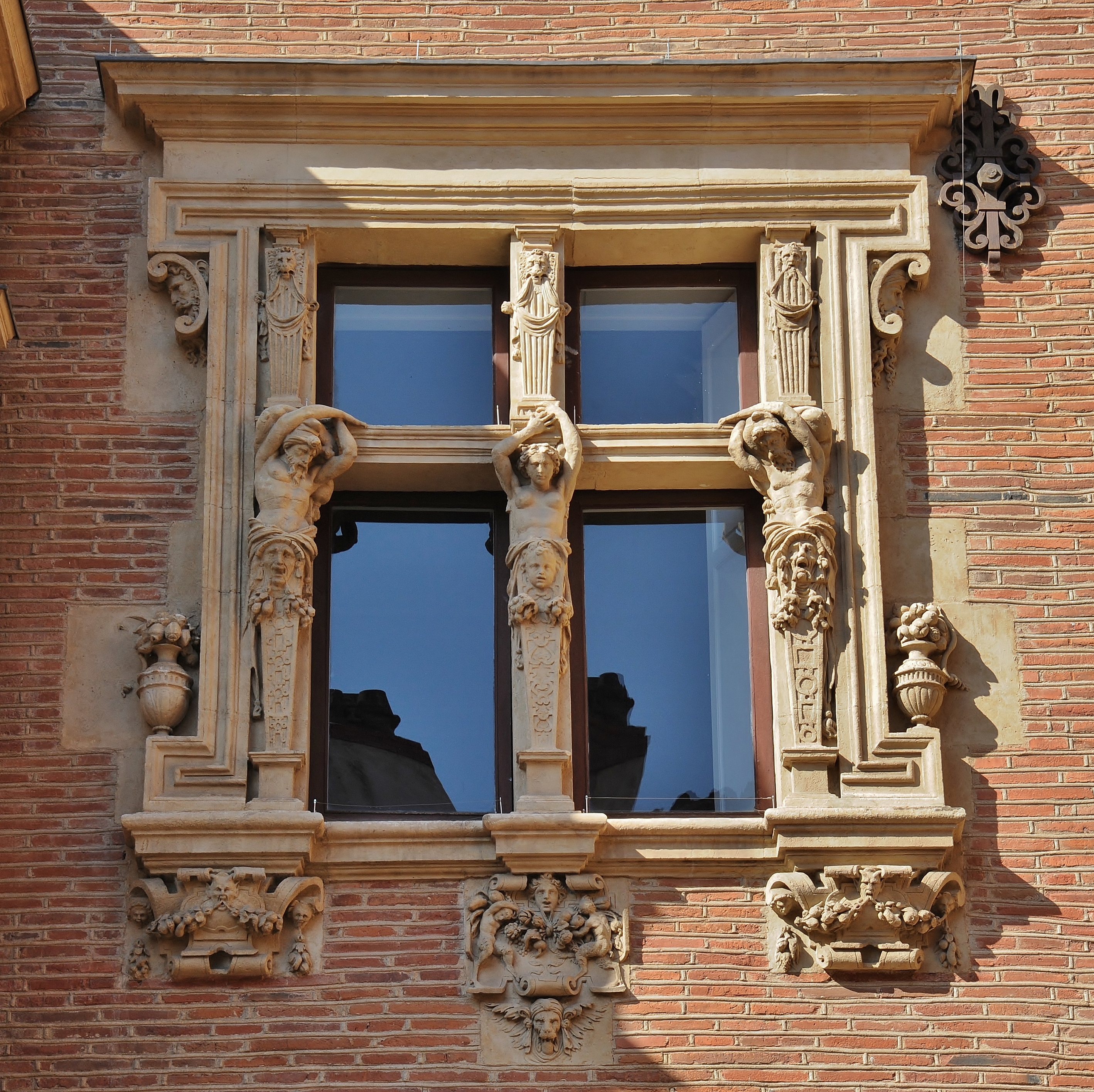
Hôtel du Vieux-Raisin.
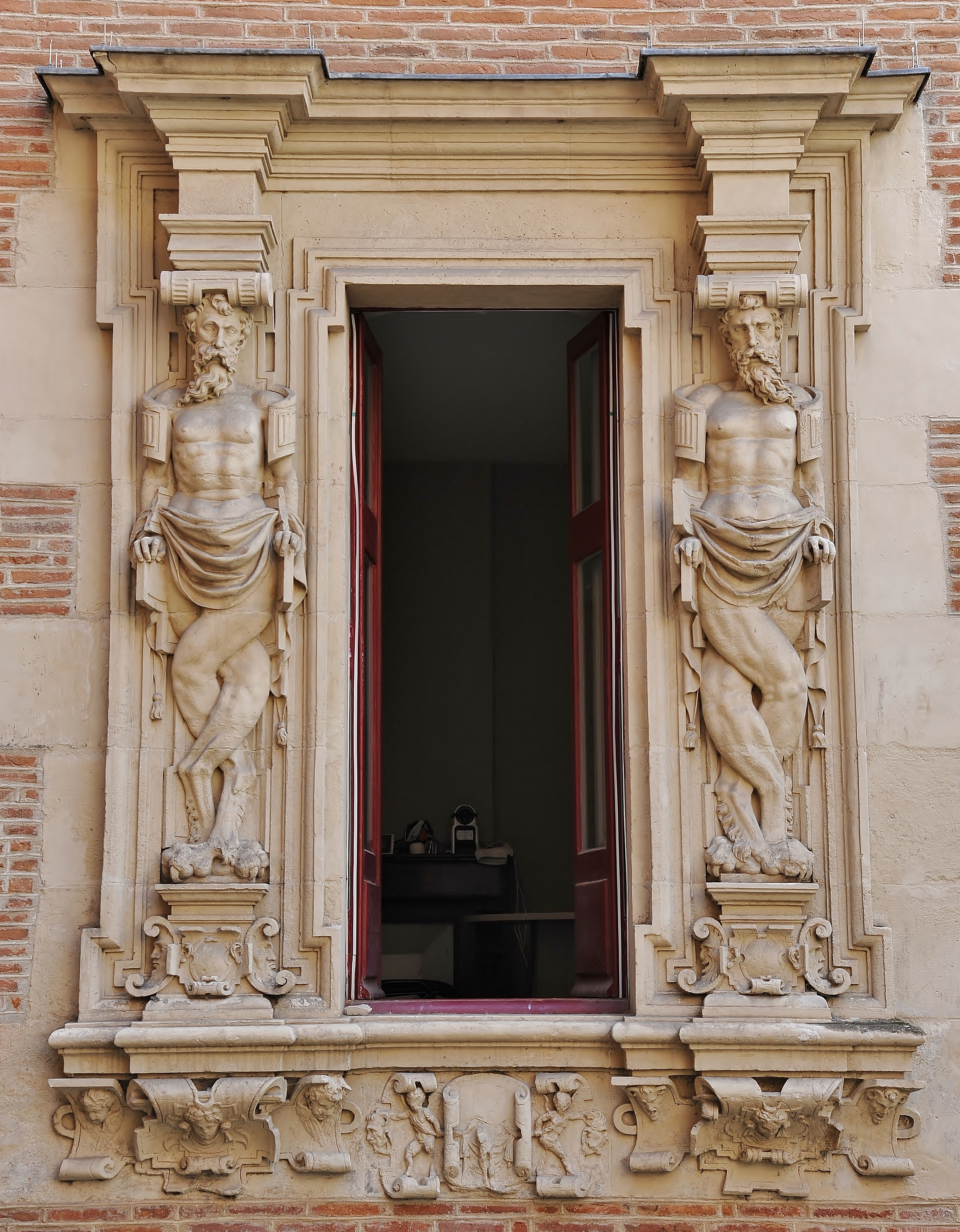
Hôtel du Vieux-Raisin.
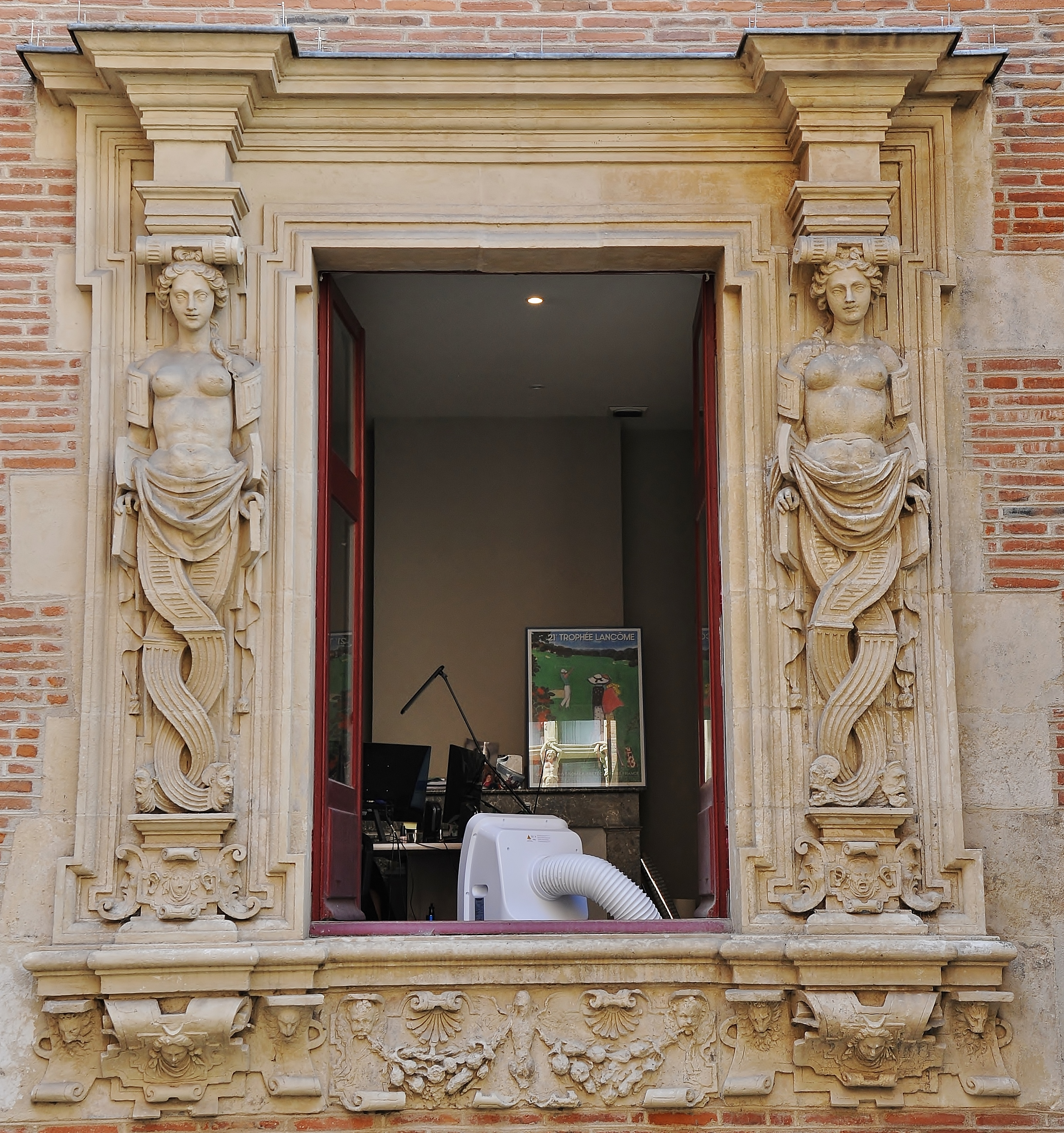
Hôtel du Vieux-Raisin.
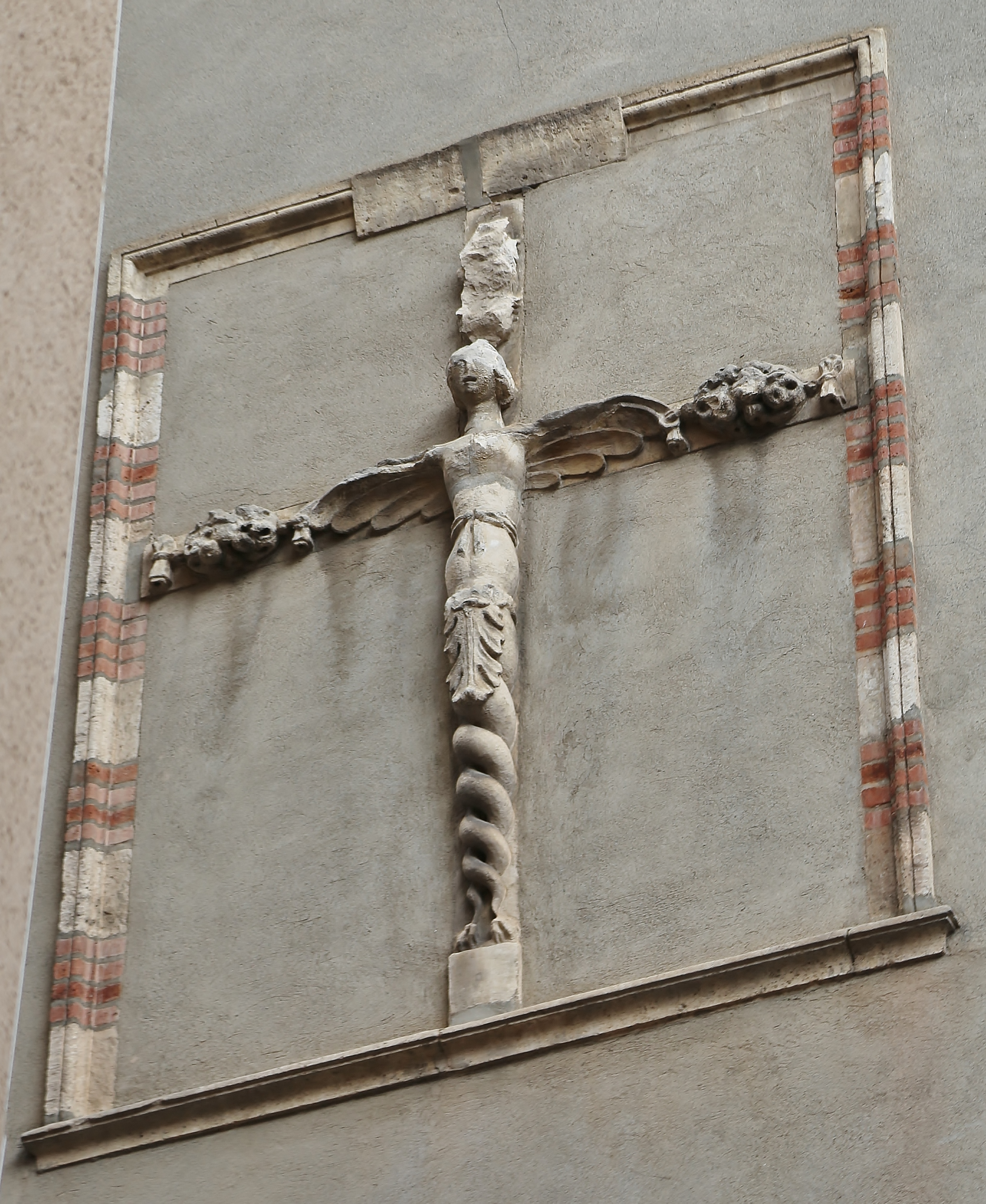
Fenêtre murée au 17 rue des Filatiers.
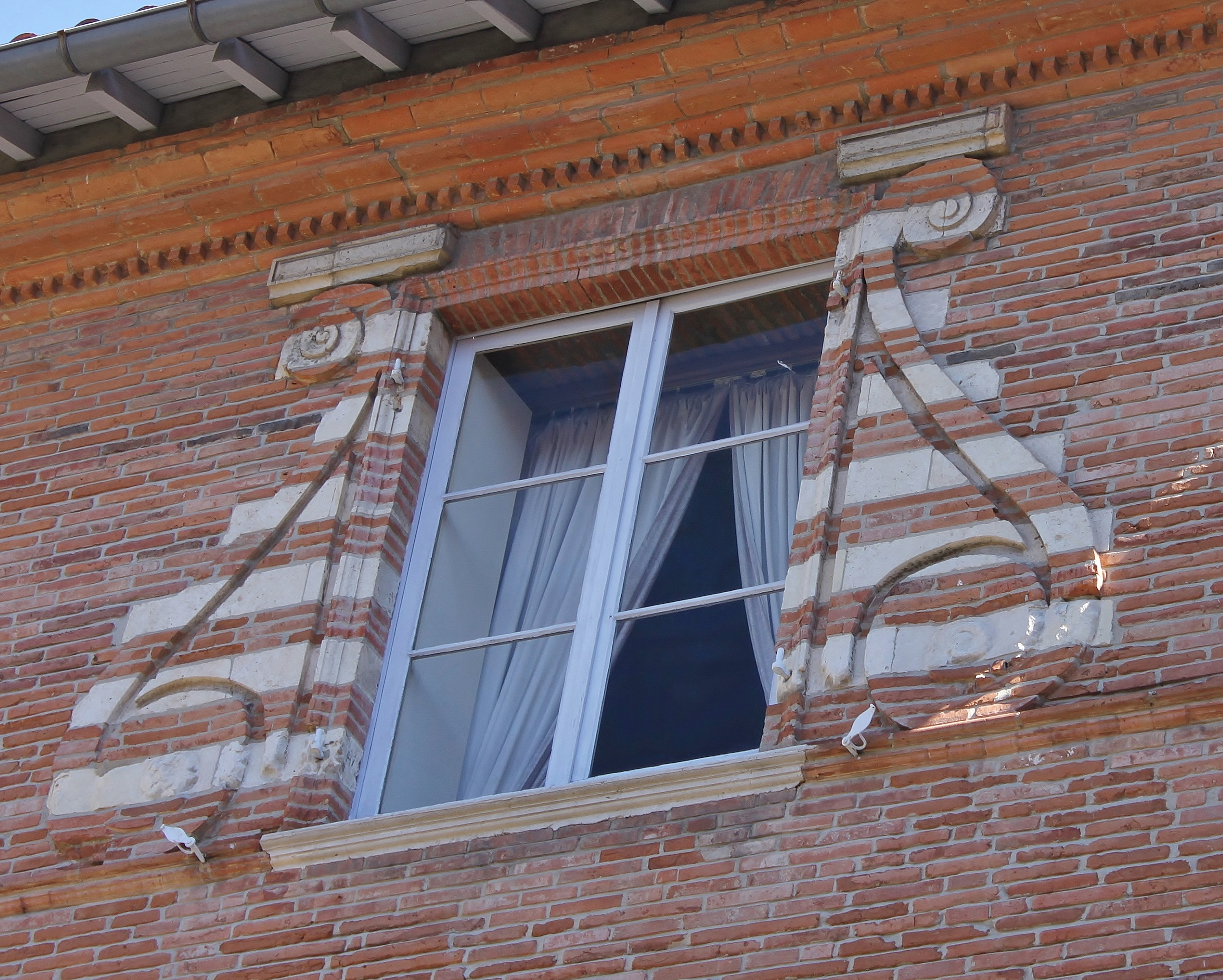
Hôtel de Lestang.
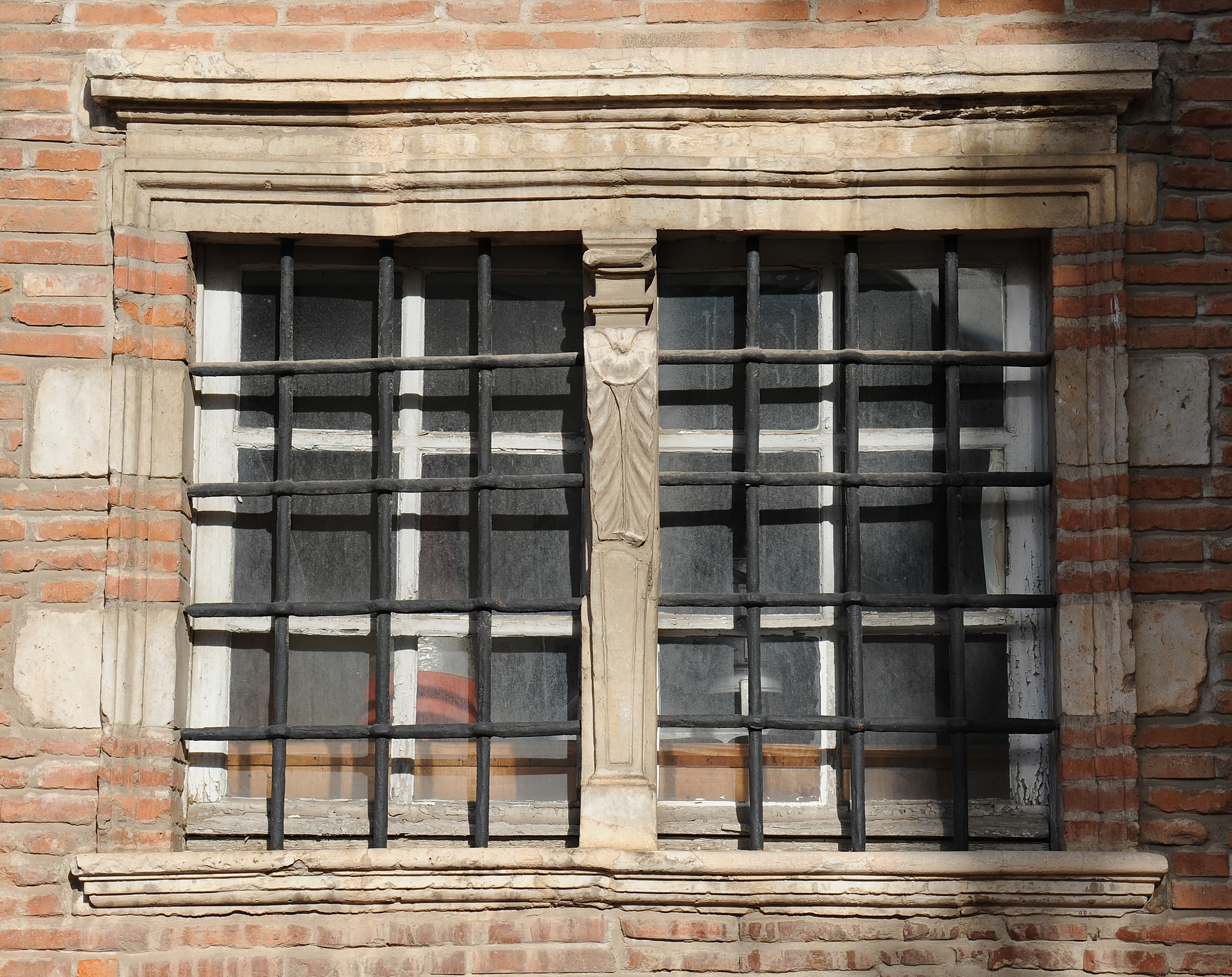
Hôtel de Lestang.
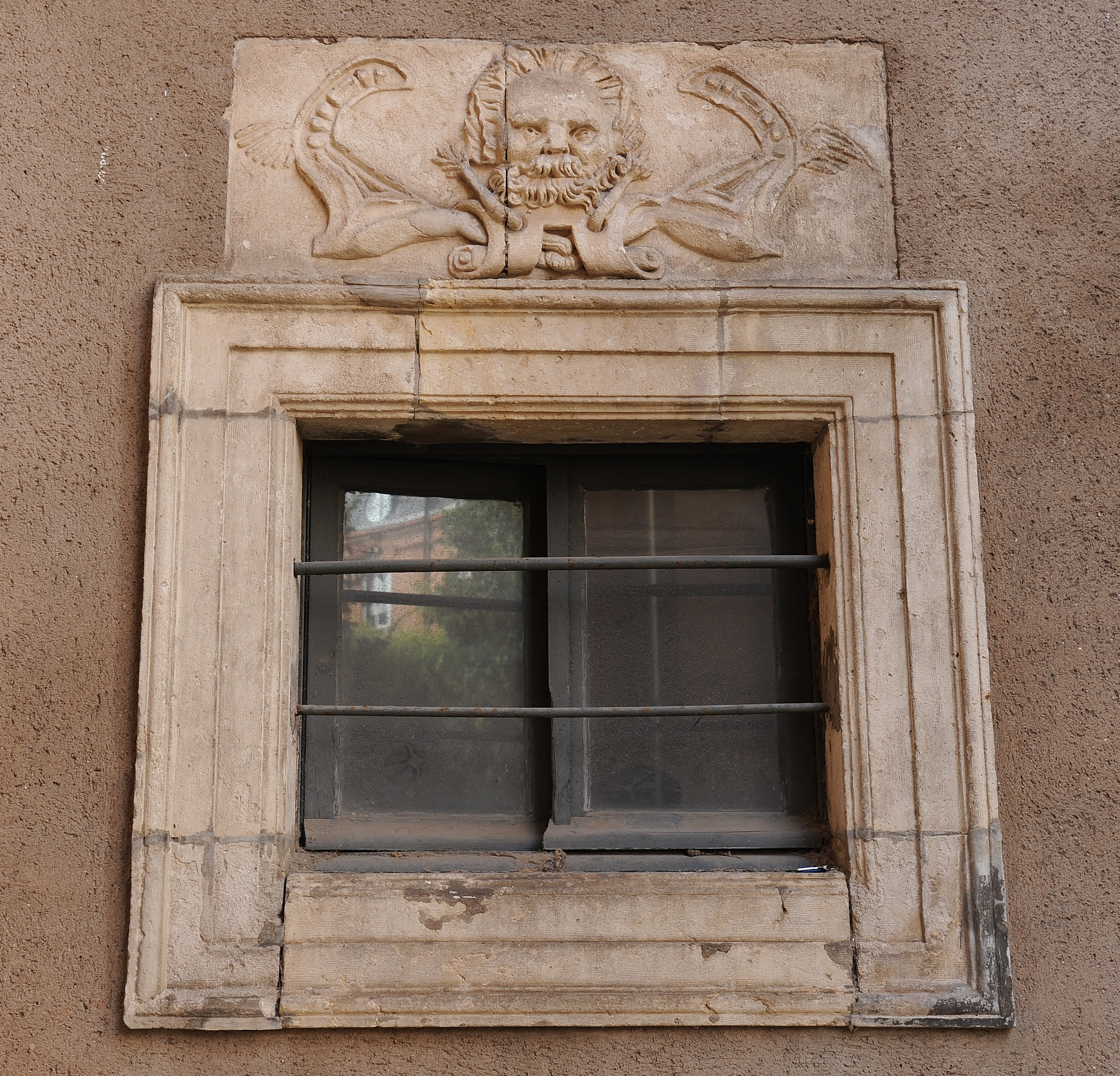
Hôtel Potier-Laterrasse.
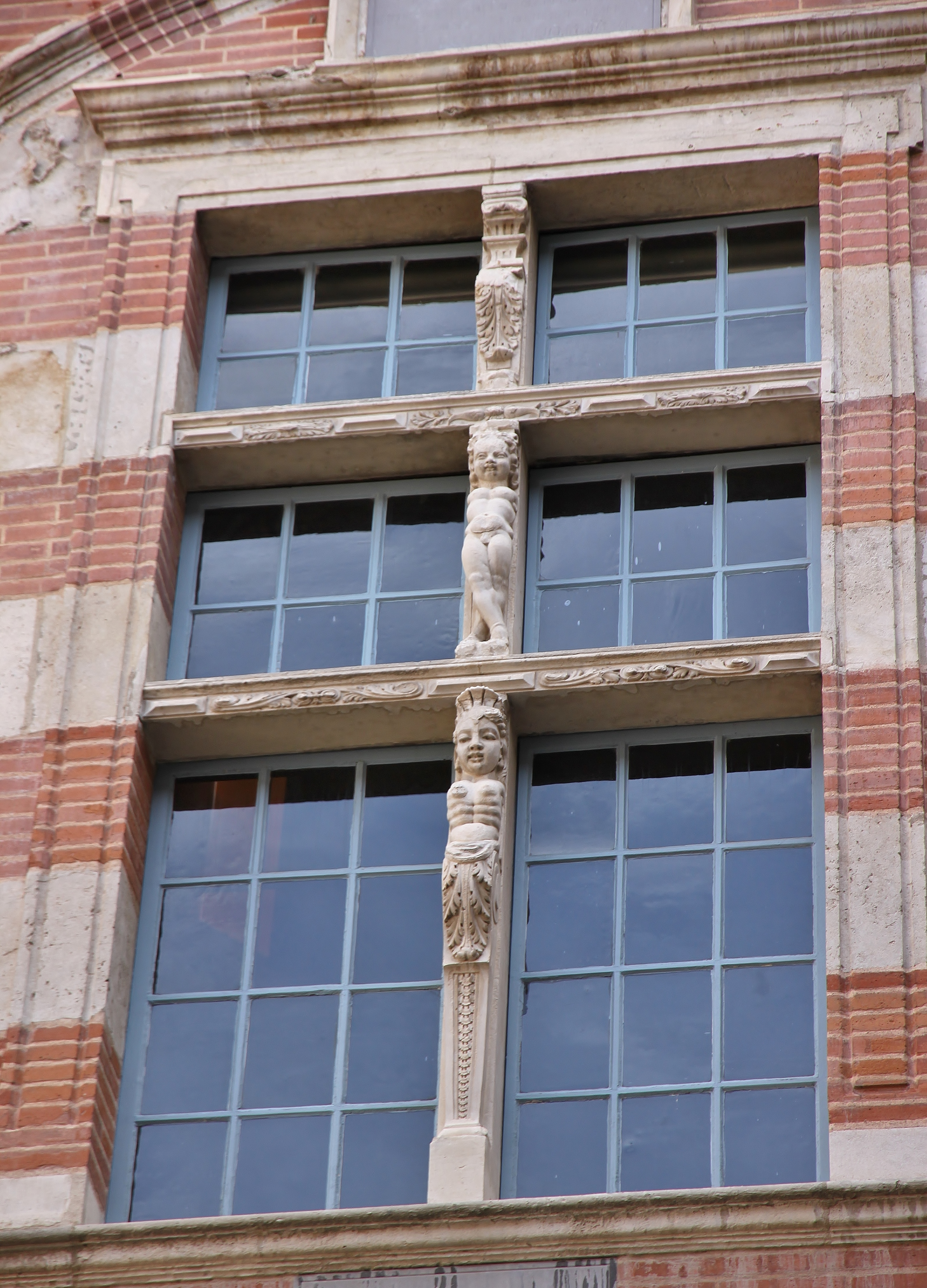
Cour Henri IV du Capitole.
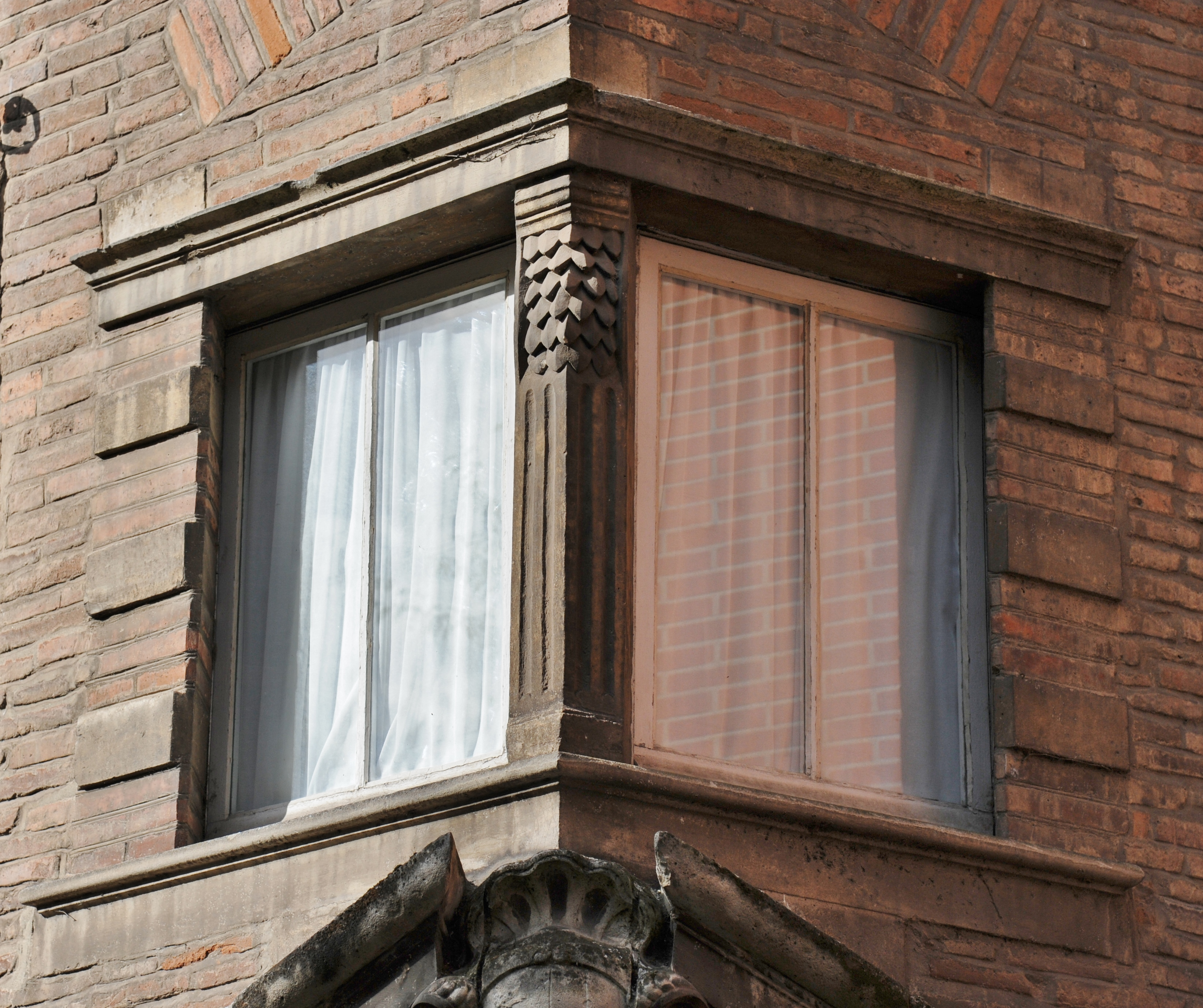
Tour Baderon-Maussac (fenêtre d'angle).
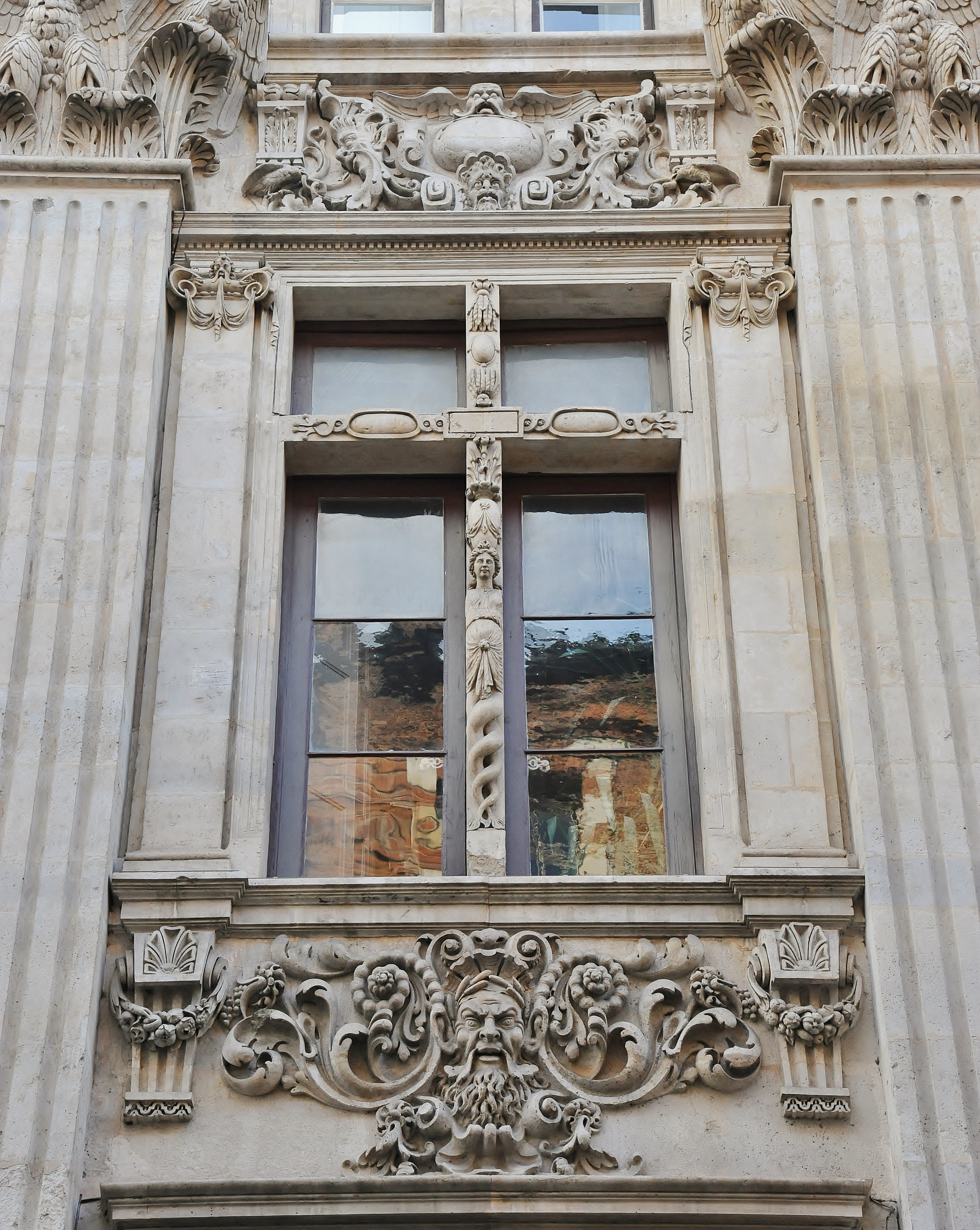
Hôtel de Clary (partiellement XIXè siècle).

## Ornements caractéristiques de la Renaissance toulousaine
L'architecture de la Renaissance peut difficilement se dissocier de l'ornement sculpté. Parmi les attributs décoratifs habituellement associés à la Renaissance, il en est qui ont connu à Toulouse une vigueur ou une diversité particulières. Ils témoignent des aspirations de commanditaires toujours en recherche de références savantes ainsi que de la vitalité artistique de la ville.

### Les façades parlantes
Sous le règne de François Ier, l'écrit s'affirma comme un moyen privilégié de manifestation du pouvoir. Parallèlement, en accordant une place nouvelle à l'Homme, la Renaissance favorisa la réflexion sur la condition humaine. Ces considérations se manifestèrent sur divers édifices toulousains par des inscriptions sculptées à même les façades, tels des discours destinés à l'espace public.
Dans son Livre extraordinaire, citant l'exemple des arcs de triomphe antiques, Sebastiano Serlio expliquait avoir interrompu l'entablement de ses portails pour laisser de la place à cette volonté d'afficher la culture ou l'ambition du propriétaire : « mesmement qu'il y en ha aucuns, qui en toute petite oeuvre qu'ils font faire, ilz voudroient assez espace et lieu pour y mettre lettres, armoiries, devises et semblables choses ».
De la revendication honorifique à l'humilité affichée, des aphorismes de la philosophie antique aux sentences bibliques, les inscriptions des « façades parlantes » firent le choix du latin pour mettre en scène la dimension morale et intellectuelle de leur commanditaire. Dans la cité où avaient été fondés en 1215 l'ordre dominicain et en 1323 la plus vieille institution littéraire d'Europe, devenue une métropole administrative et judiciaire, le contexte culturel, politique et intellectuel se prêtait à l'expression publique de l'art de bien (se) gouverner.
Cependant le recours aux inscriptions ne fut pas systématique, Pierre d'Assézat par exemple préféra un autre type de langage architectural pour son fameux hôtel.
Citons les principaux exemples de ces façades parlantes : à l'hôtel de Bernuy SI DEUS PRO NOBIS (début d'une phrase de la Bible signifiant « Si Dieu est avec nous, qui sera contre nous ? »), à l'hôtel du Vieux-Raisin VIVITUR INGENIO CETERA MORTIS ERUNT (« On vit par l'esprit, tout le reste appartient à la mort », tirée de l'Élégie sur la mort de Mécène attribuée à Virgile) ou encore TOGUATI MAINERII EDES || LINGUA CONSTRUCTE FLORENT (« La demeure construite par l'éloquence du professeur Maynier est florissante »), à l'hôtel d'Aymès NE TE QUAESIVERIS EXTRA (« Ne te cherche pas en dehors de toi-même »), à l'hôtel Dumay TEMPORE ET DILIGENTIA (« Par le temps et l'application »), à l'hôtel d'Ulmo DURUM PACIENTIA FRANGO (« Ma patience triomphe de tout »), à l'hôtel Dahus-Tournoer ESTO MICHI DOMINE TURRIS FORTITUDINIS A FACIE INIMICI (« Sois pour moi, Seigneur, une tour de courage face à l'ennemi »), à l'hôtel Molinier SUSTINE ET ABSTINE (« Supporte et abstiens-toi », attribuée à Épictète). Dans la cour de l'hôtel Delpech, huit fenêtres bâties entre 1554 et 1560 portent des inscriptions en latin tirées de la Bible, la plus lisible dit ceci : QUI TIMENT DOMINUM NON ERUNT INCREDIBILES VERBO ILLIUS (« Ceux qui craignent le Seigneur ne seront point incrédules à sa parole »).

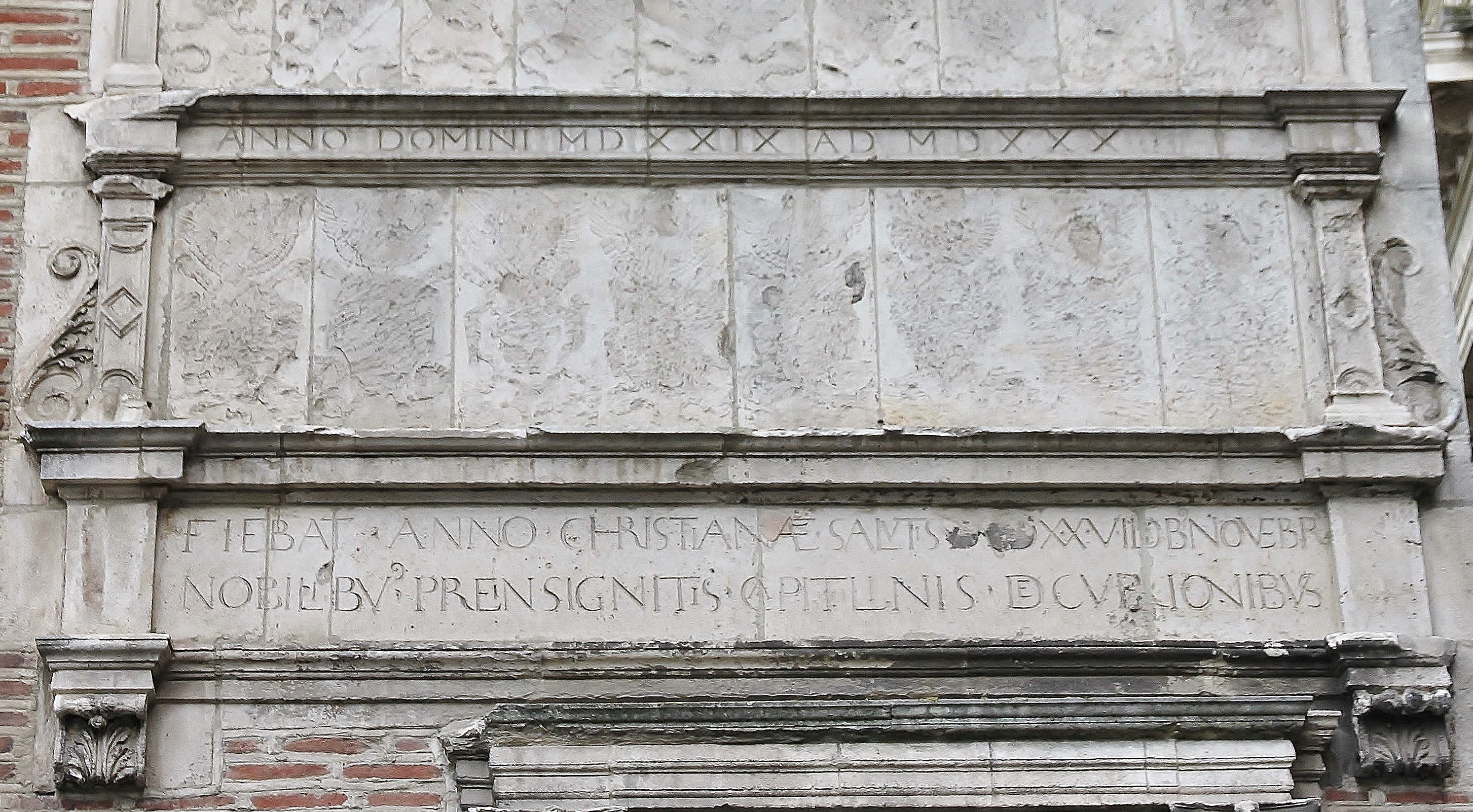
Donjon du Capitole : les capitouls se présentent en décurions pour revendiquer une origine romaine
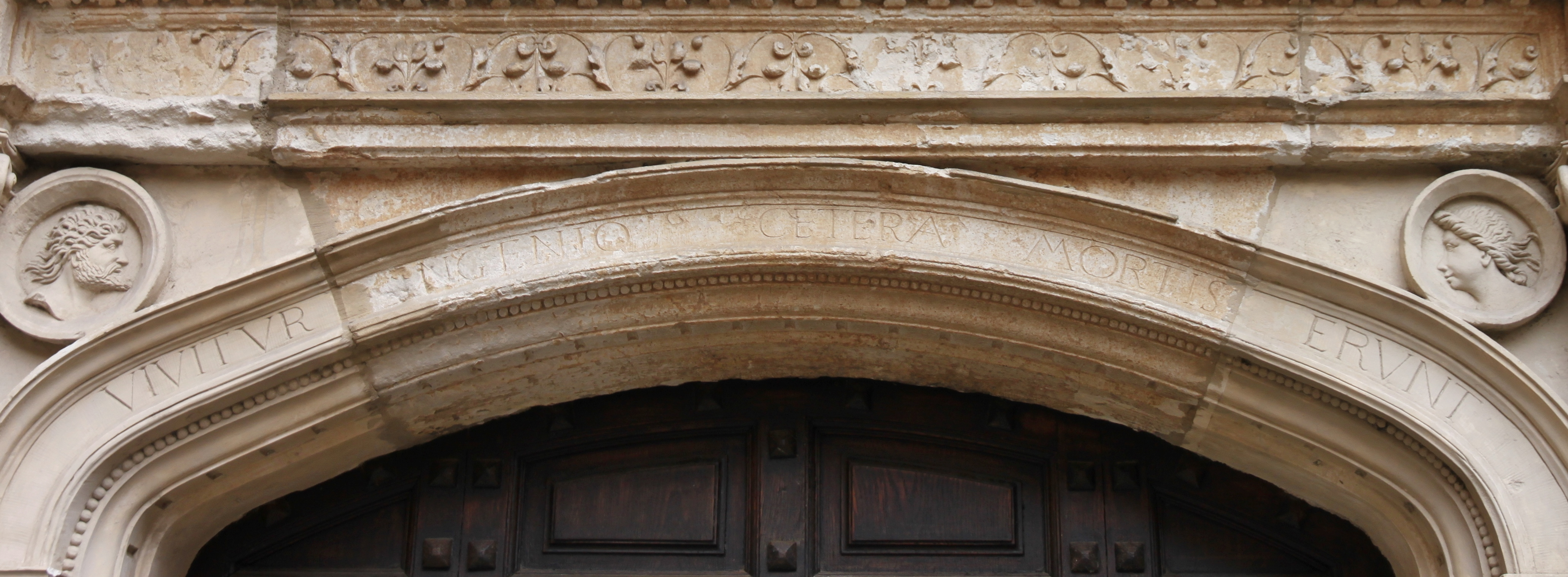
Hôtel du Vieux-Raisin (cour) : VIVITUR INGENIO CETERA MORTIS ERUNT
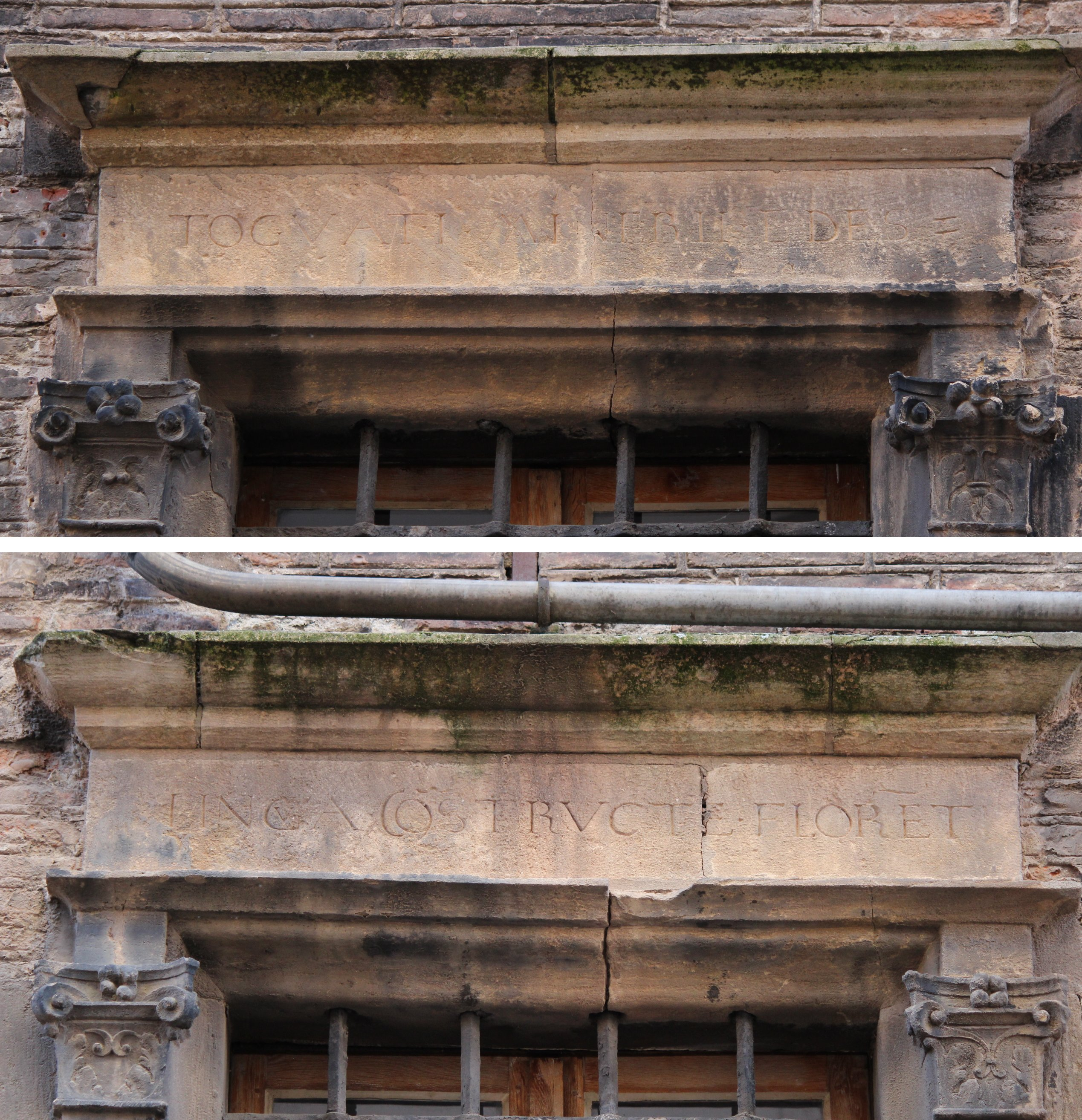
Hôtel du Vieux-Raisin (rue Félix) : TOGUATI MAINERII EDES / LINGUA CONSTRUCTE FLORENT
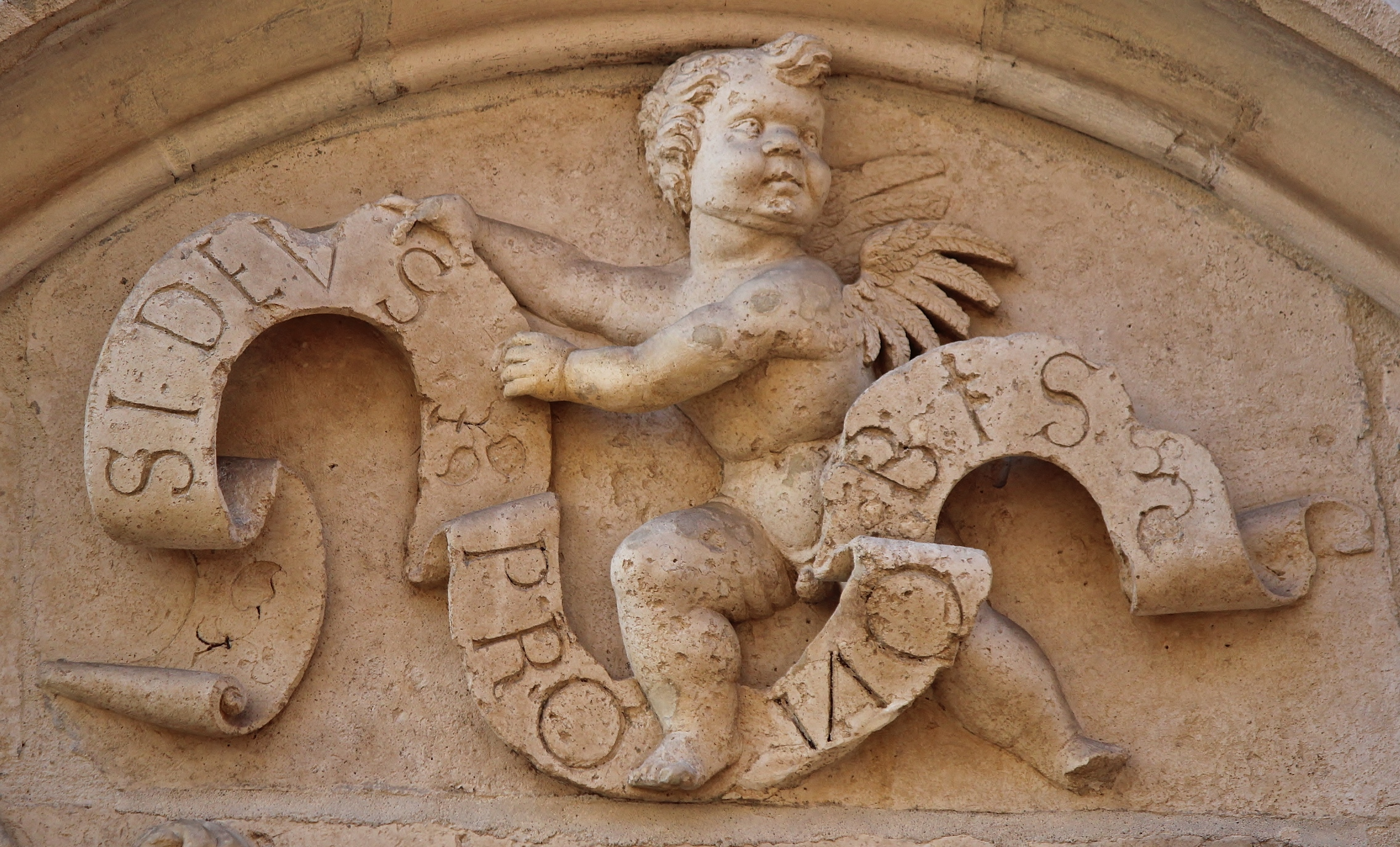
Hôtel de Bernuy (portail sur rue) : SI DEUS PRO NOBIS
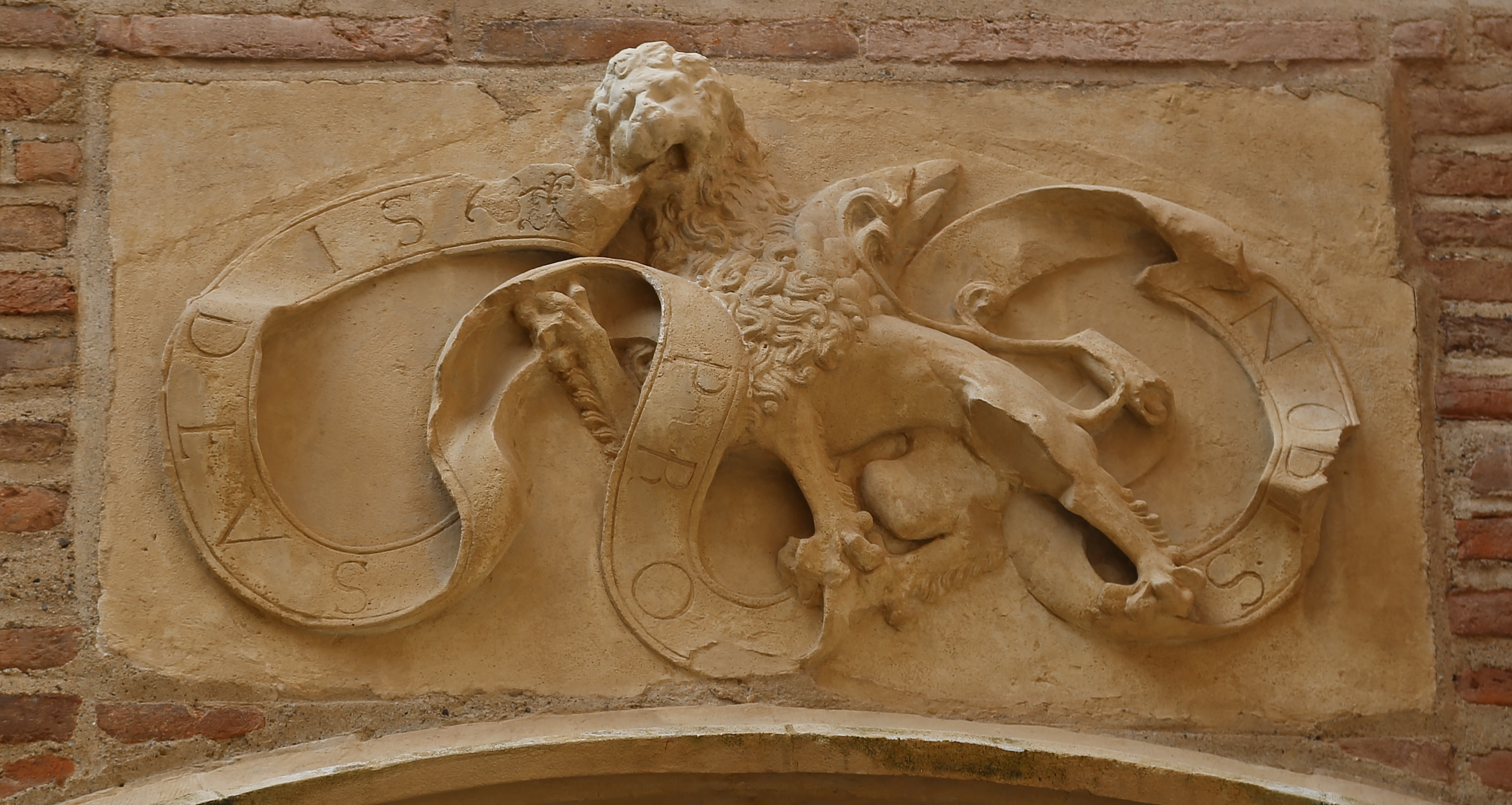
Hôtel de Bernuy (portail sur 2ème cour) : SI DEUS PRO NOBIS
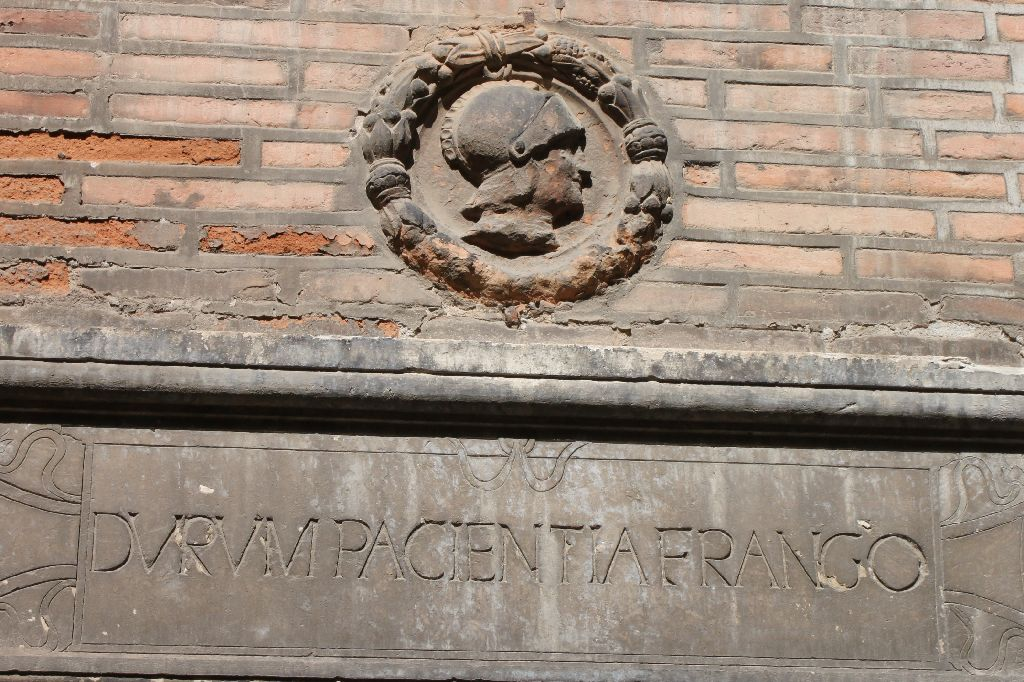
Hôtel d'Ulmo : DURUM PACIENTIA FRANGO
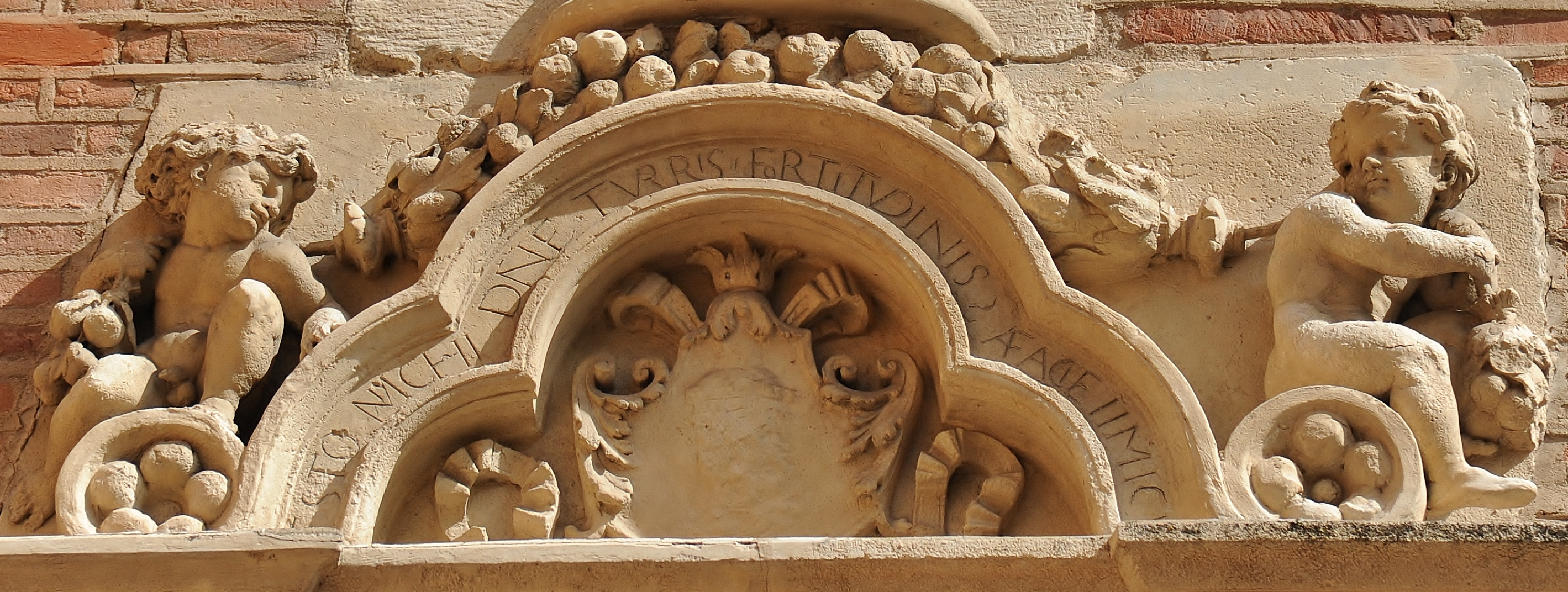
Hôtel de Tournoer : ESTO MICHI DOMINE TURRIS FORTITUDINIS A FACIE INIMICI
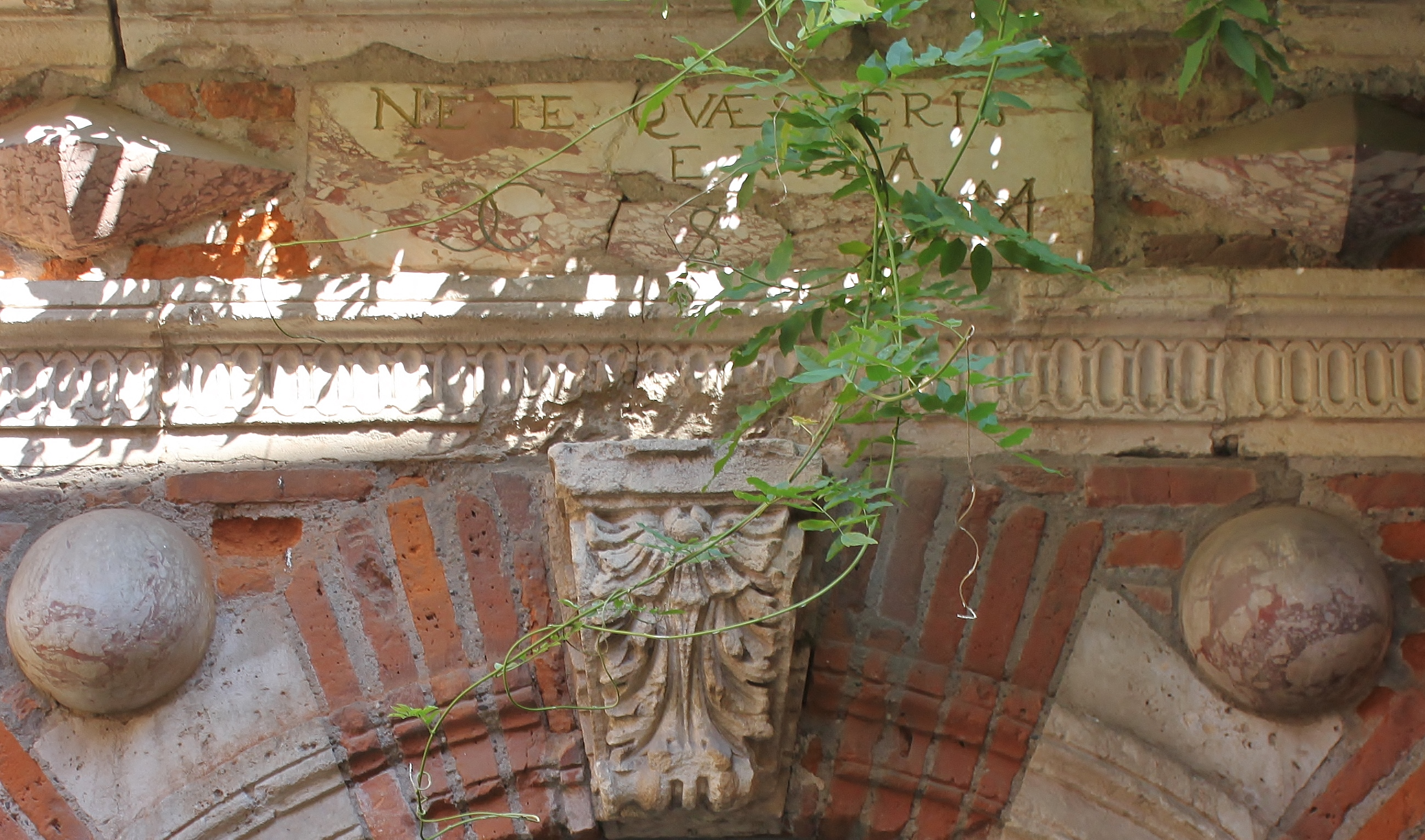
Hôtel d'Aymès : NE TE QUAESIVERIS EXTRA
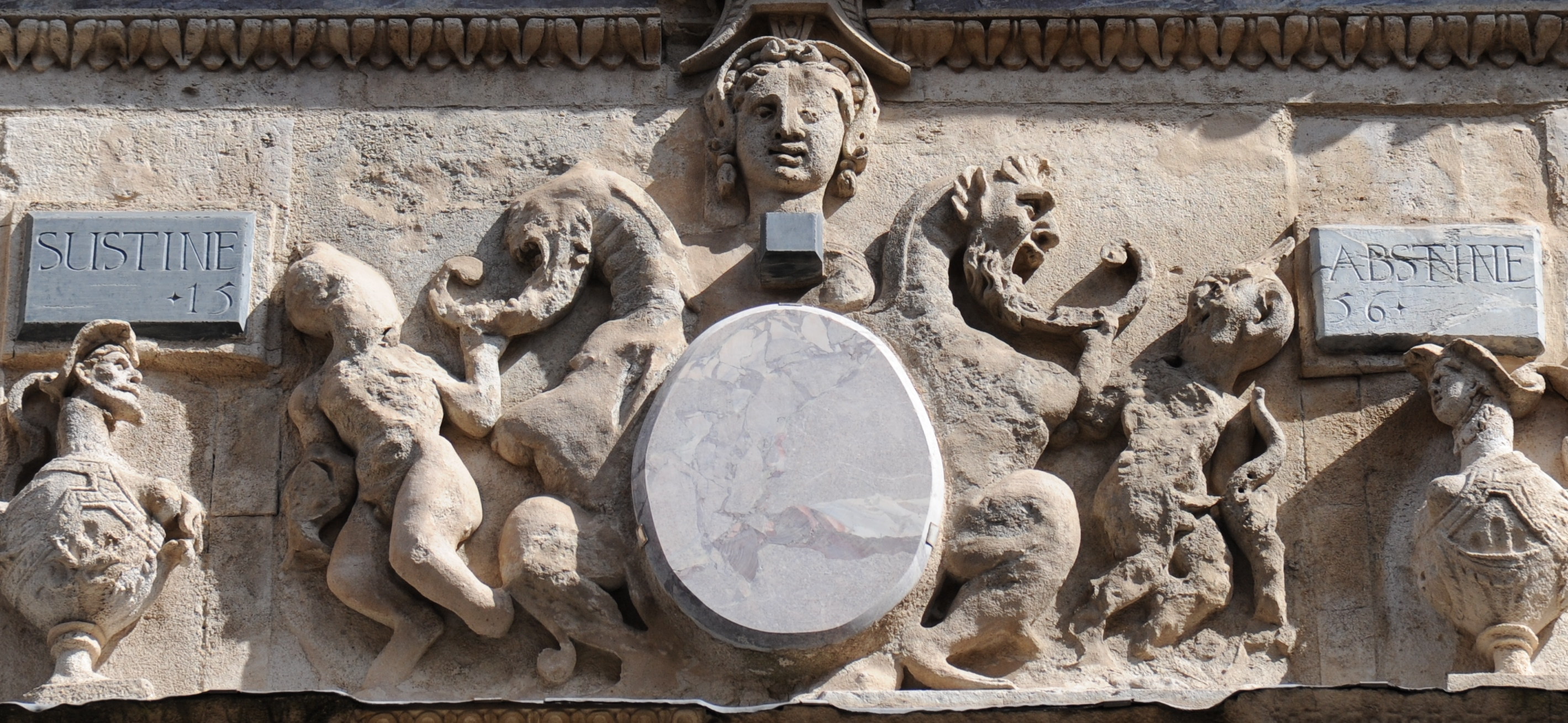
Hôtel Molinier : SUSTINE ABSTINE
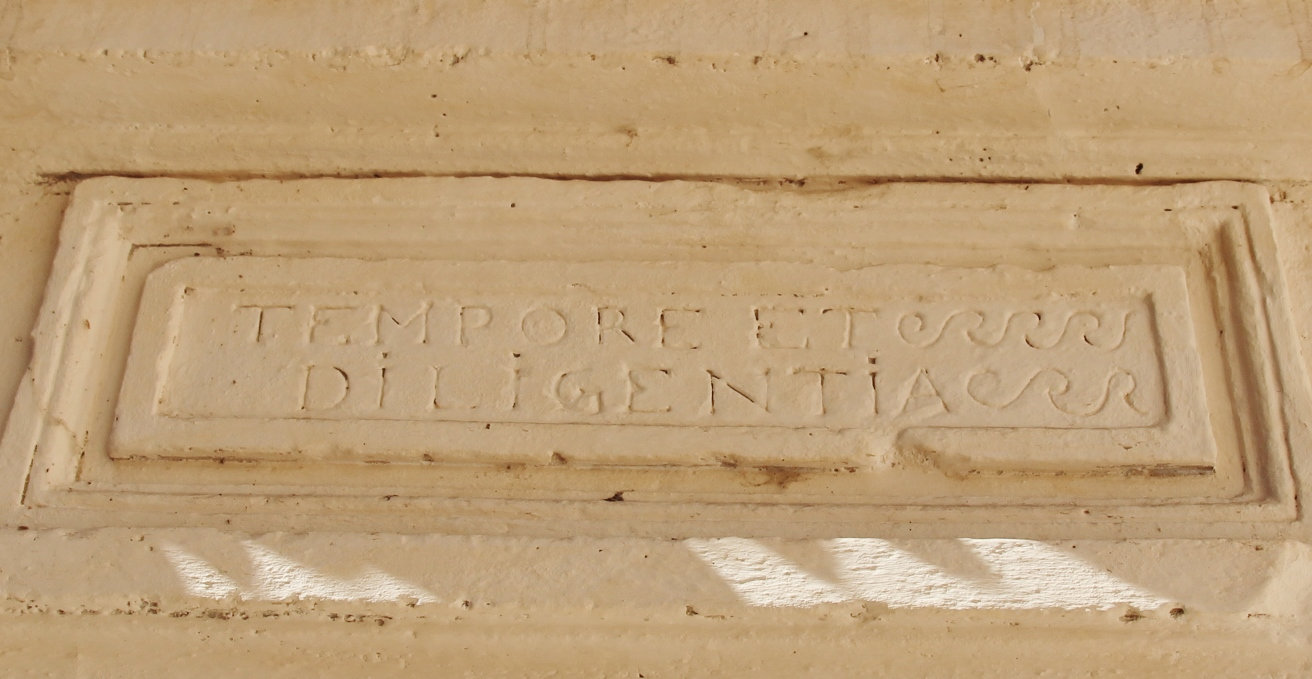
Hôtel Dumay : TEMPORE ET DILIGENTIA
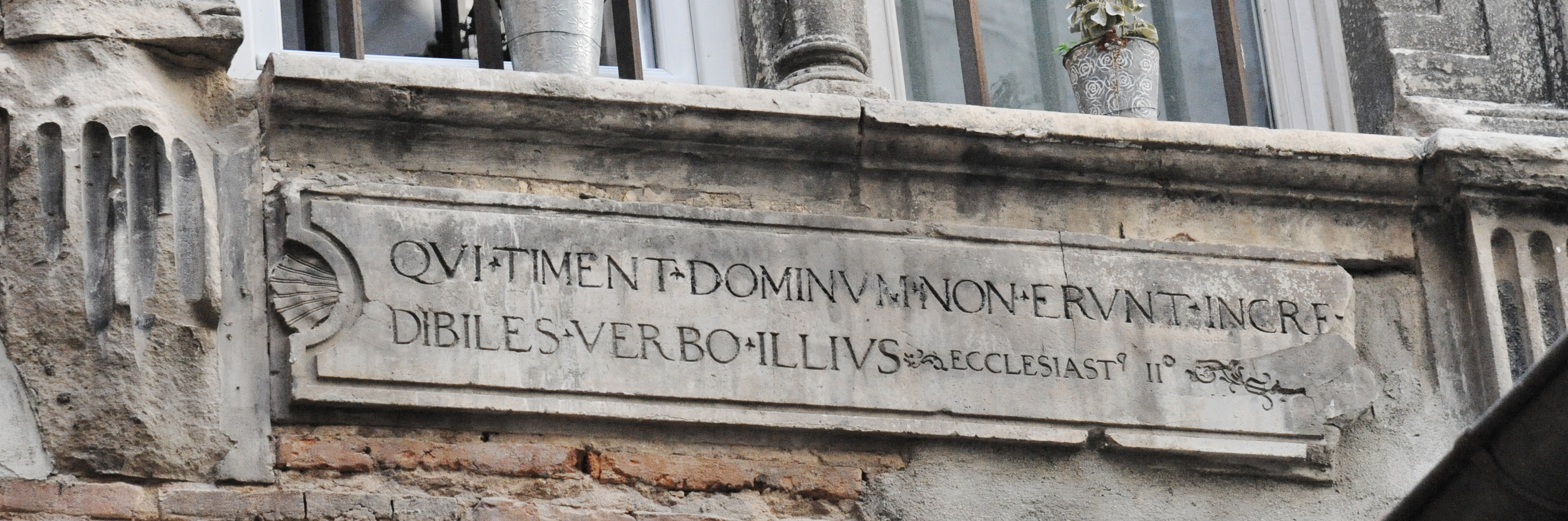
Hôtel Delpech : QUI TIMENT DOMINUM NON ERUNT INCREDIBILES VERBO ILLIUS

### Les motifs à l'antique
Les motifs à l'antique furent plus particulièrement utilisés lors de la Première Renaissance (rinceaux notamment), cependant certaines figures traversèrent le siècle : les putti (angelots) se trouvent aussi bien à l'hôtel du Vieux-Raisin (années 1520) et aux hôtels de Bernuy et de Tournoer (années 1530) qu'à l'hôtel de Molinier (1552) ou à l'hôtel de Clary (vers 1610) ; de même pour les mufles de lion faisant office de gargouilles, inspirés de ceux de temples antiques comme la Maison carrée de Nîmes.

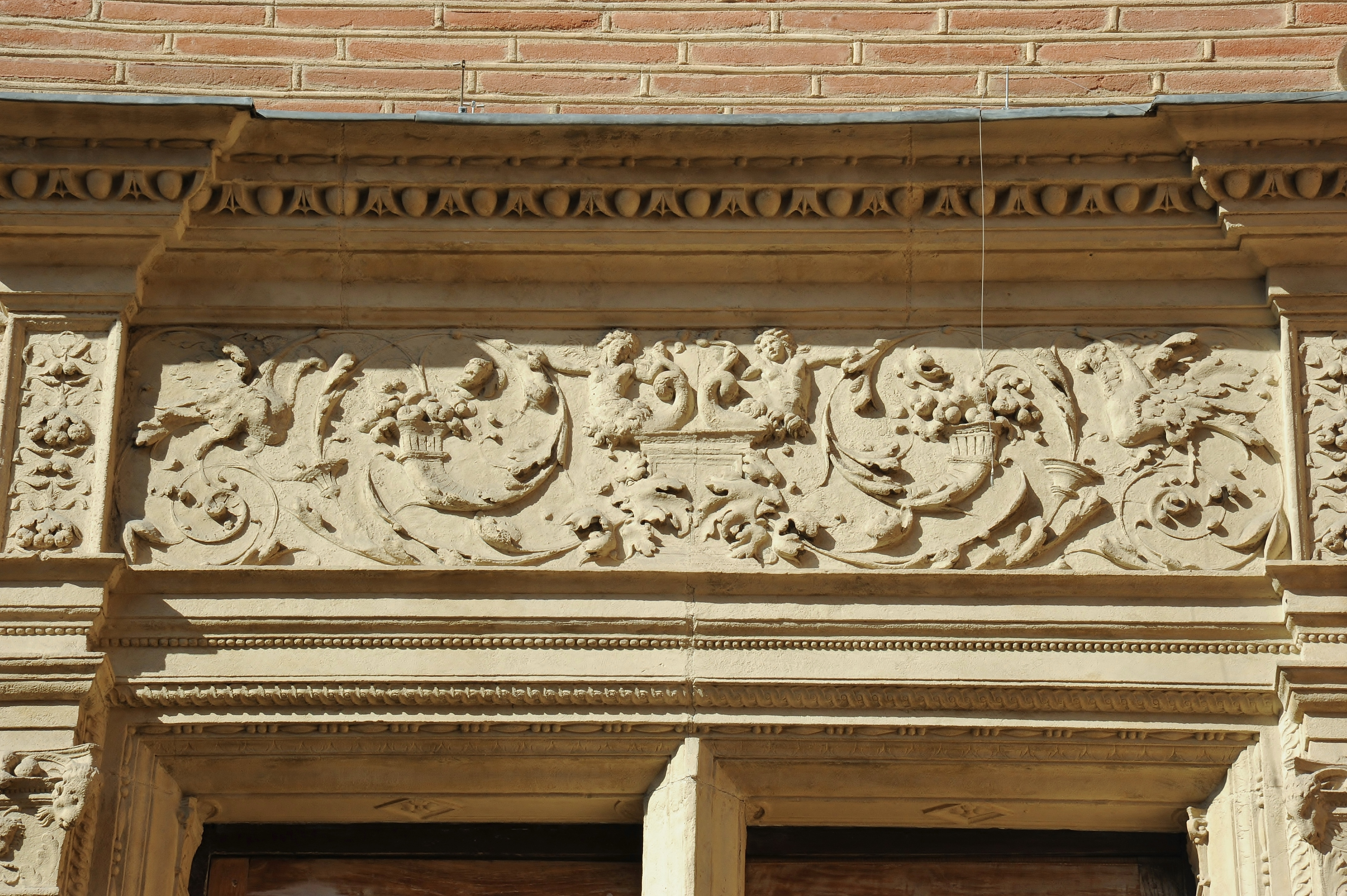
Vieux-Raisin : rinceaux.
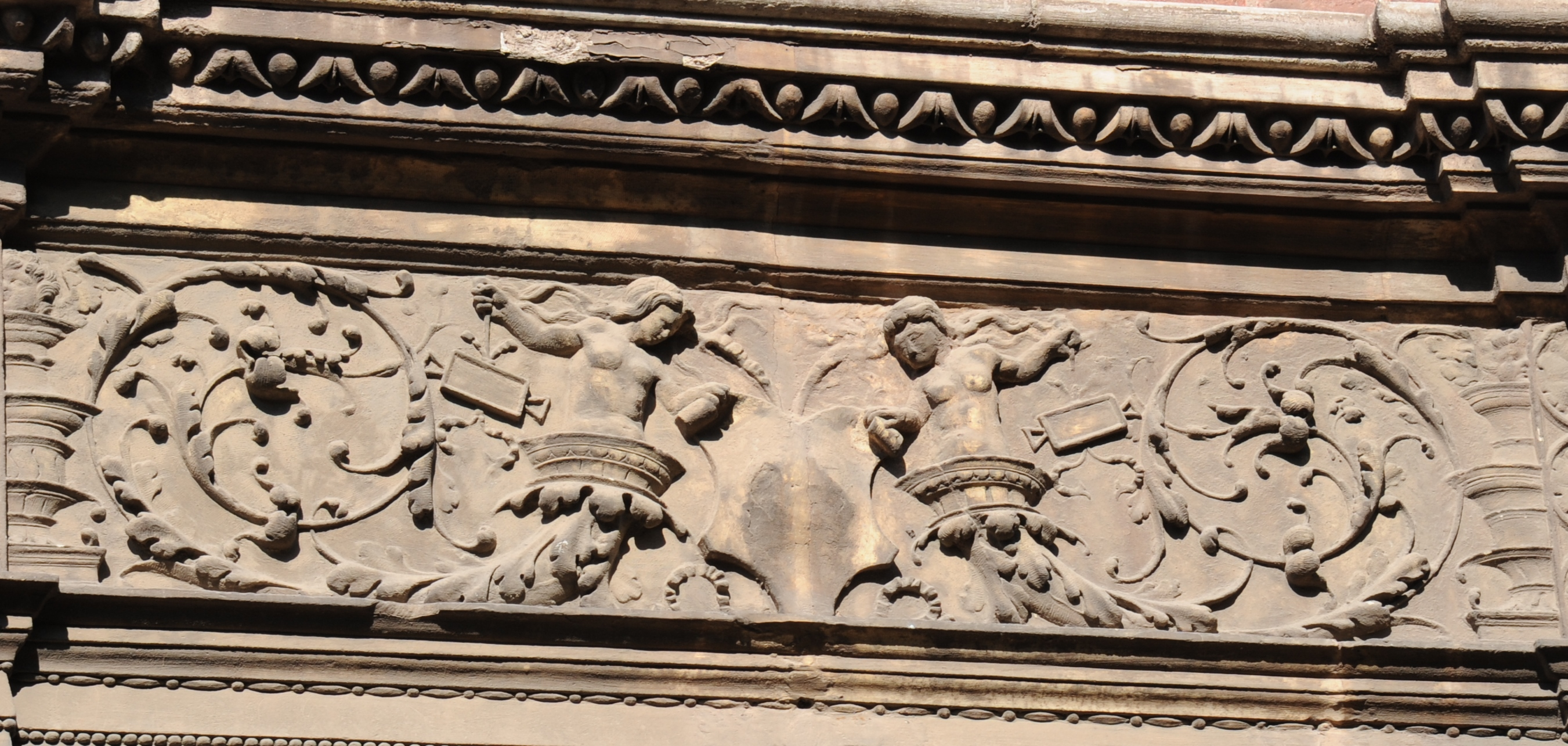
Vieux-Raisin : rinceaux.
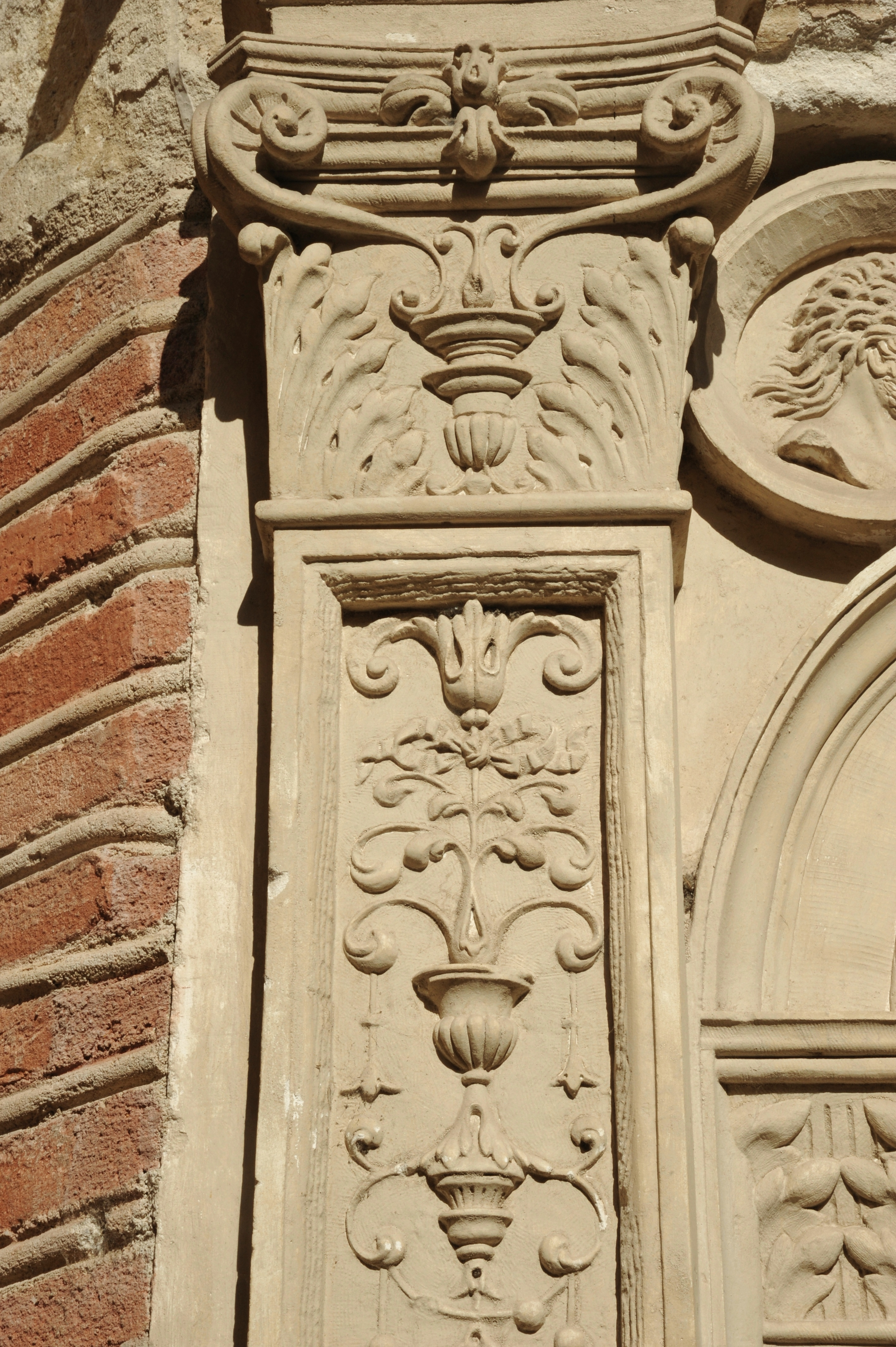
Vieux-Raisin : rinceaux, vases.
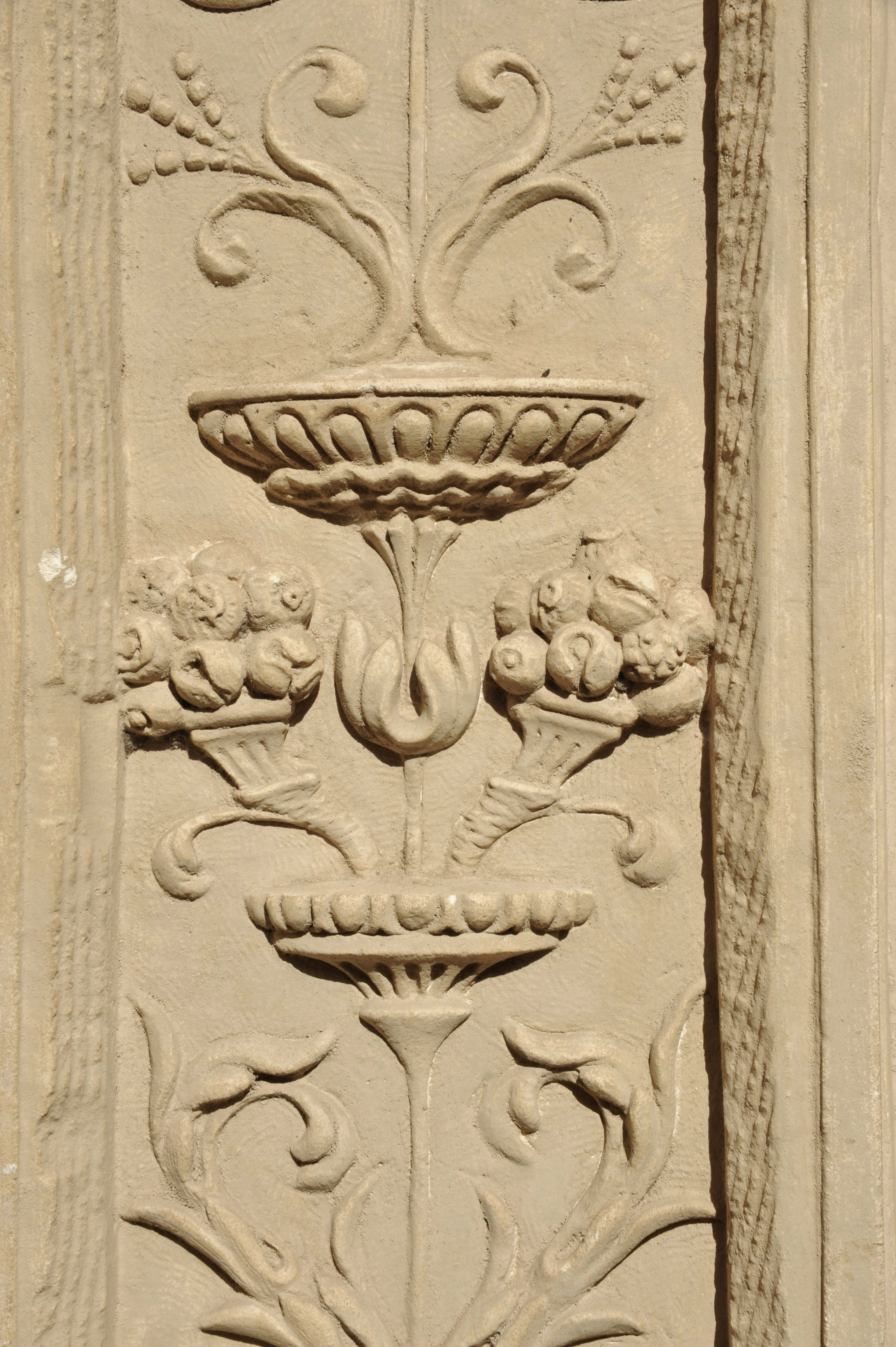
Vieux-Raisin : rinceaux, cornes d'abondance.
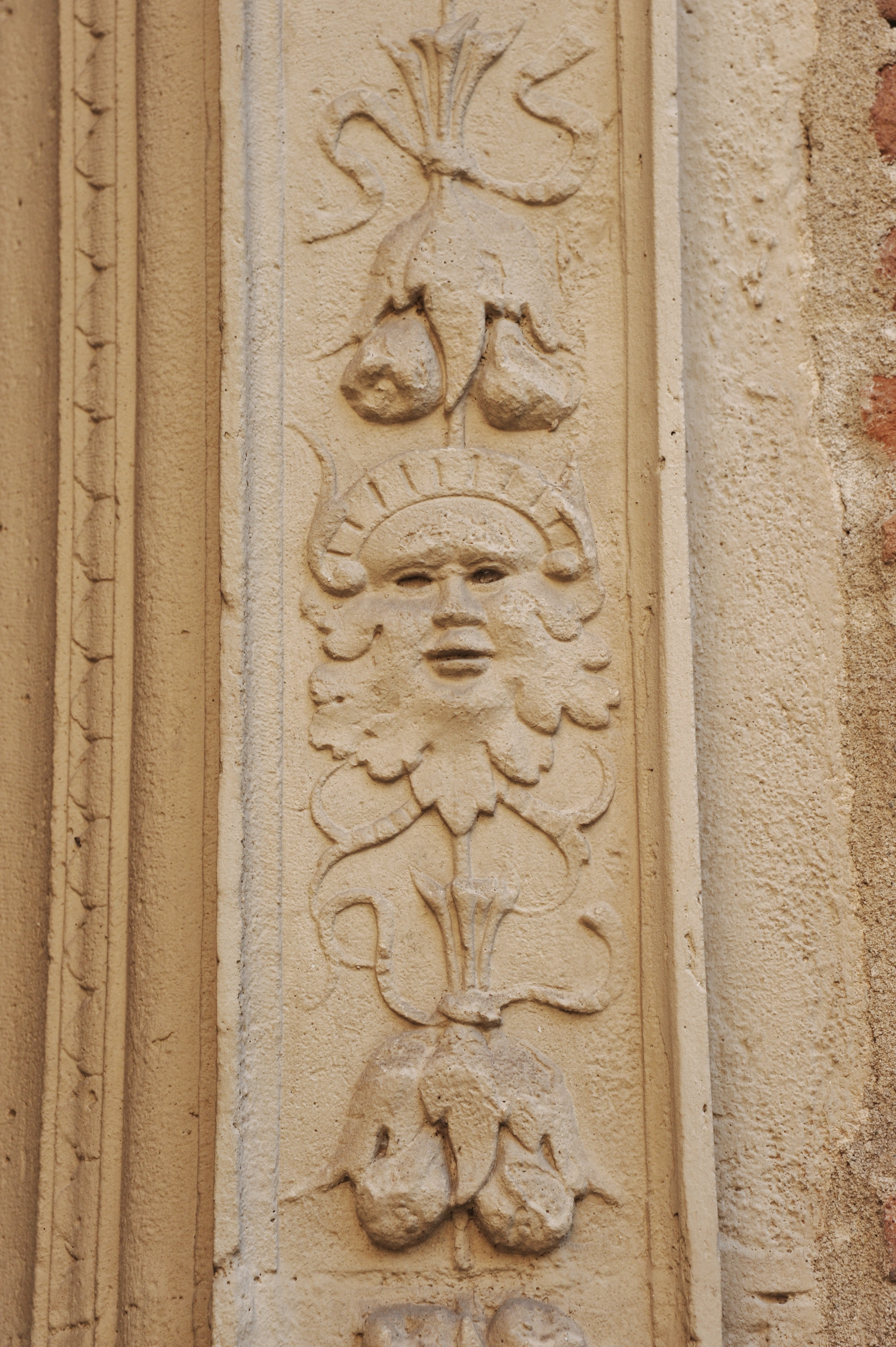
Vieux-Raisin : rinceaux, masques.
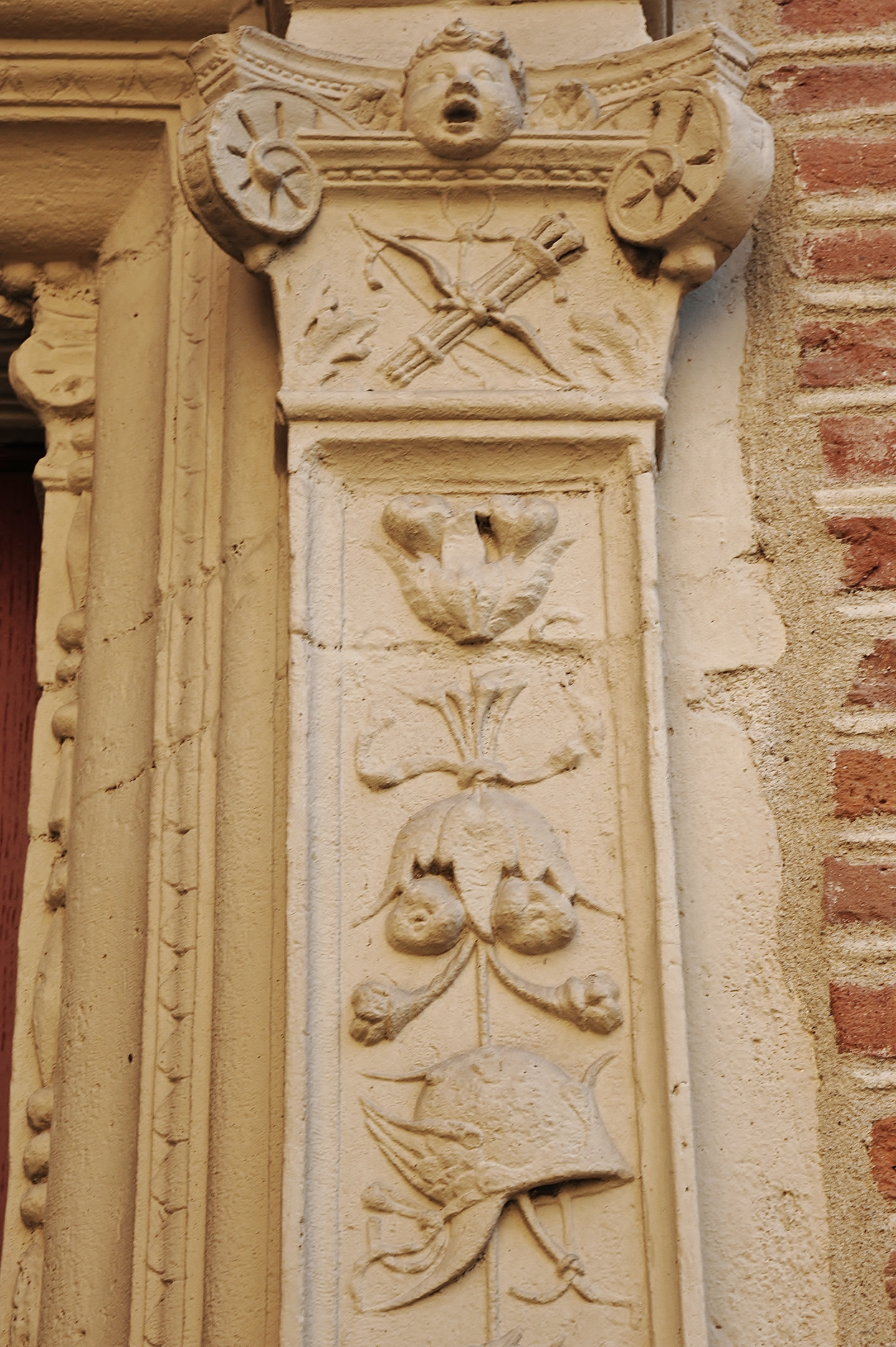
Vieux-Raisin : rinceaux, armes.
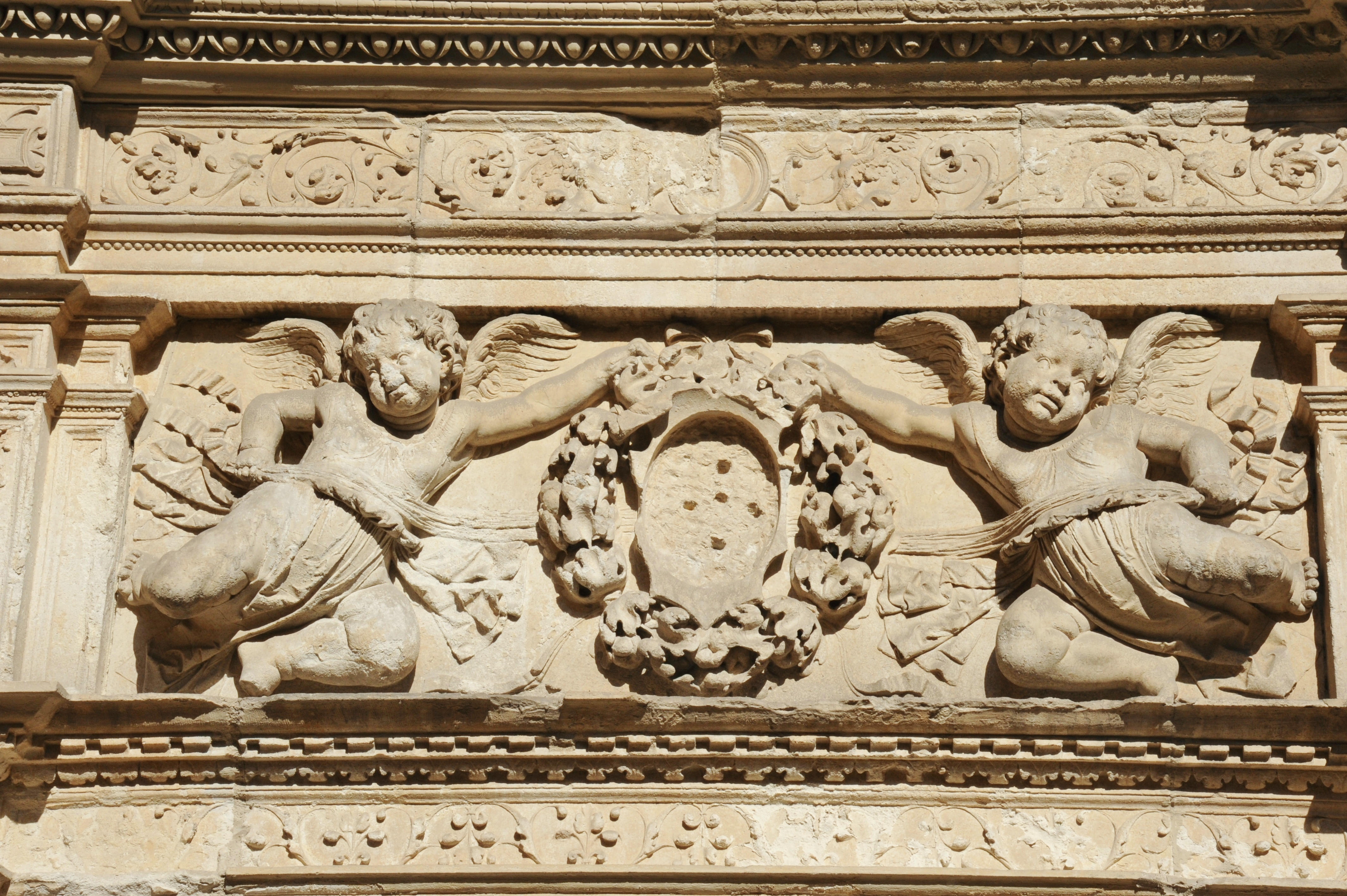
Vieux-Raisin : angelots (putti).
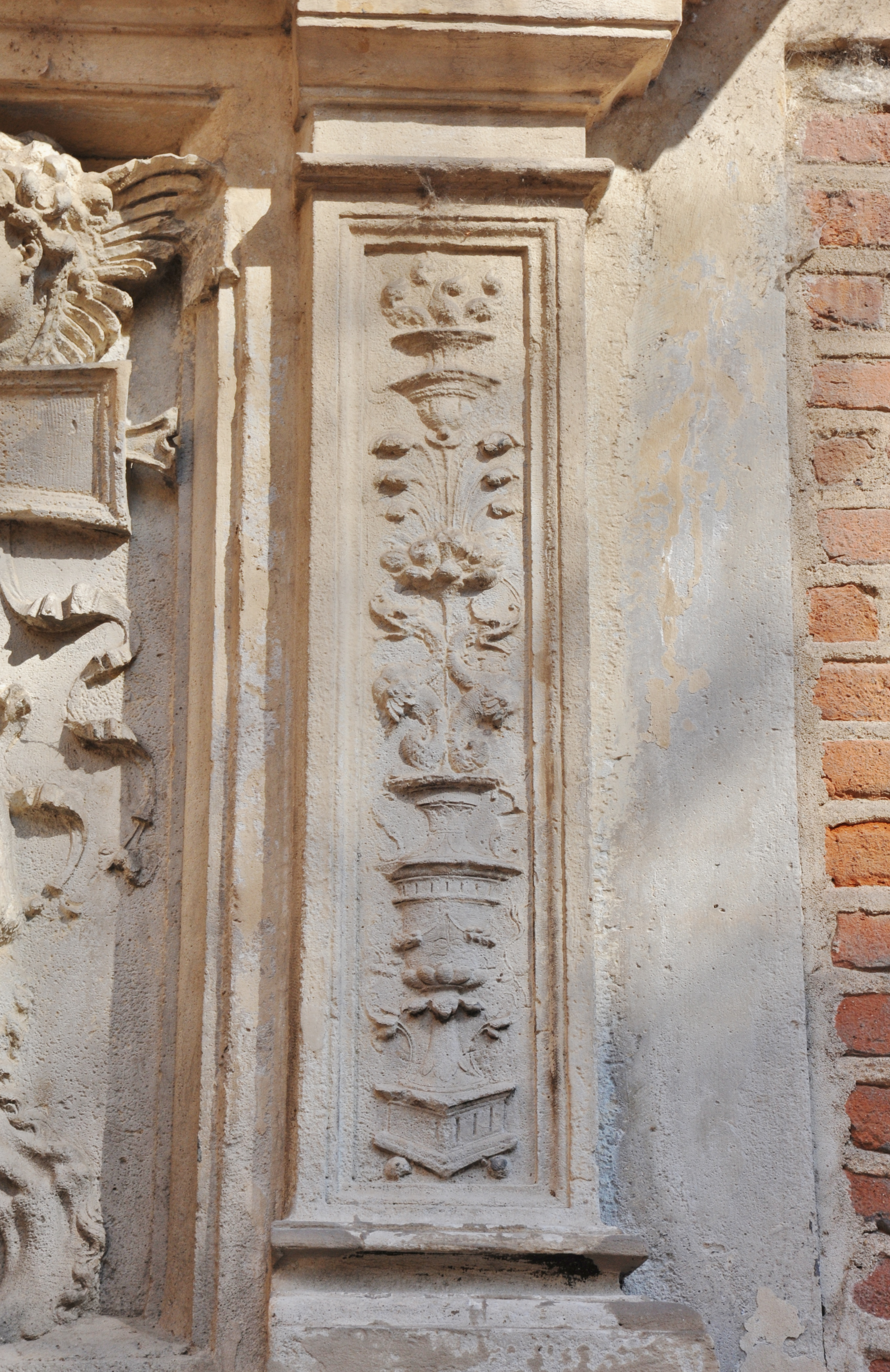
Tournoer : rinceaux.
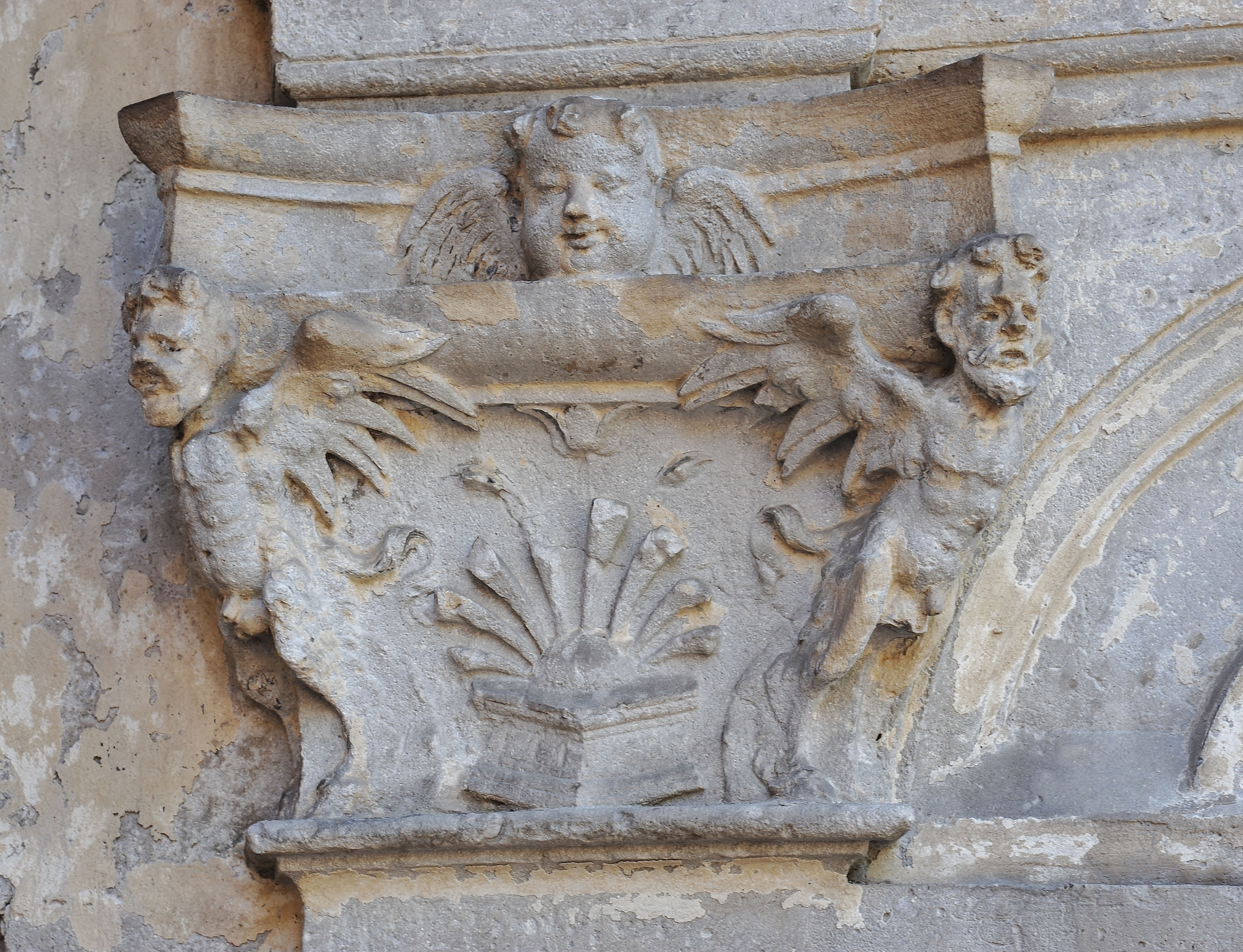
Tournoer : putto.
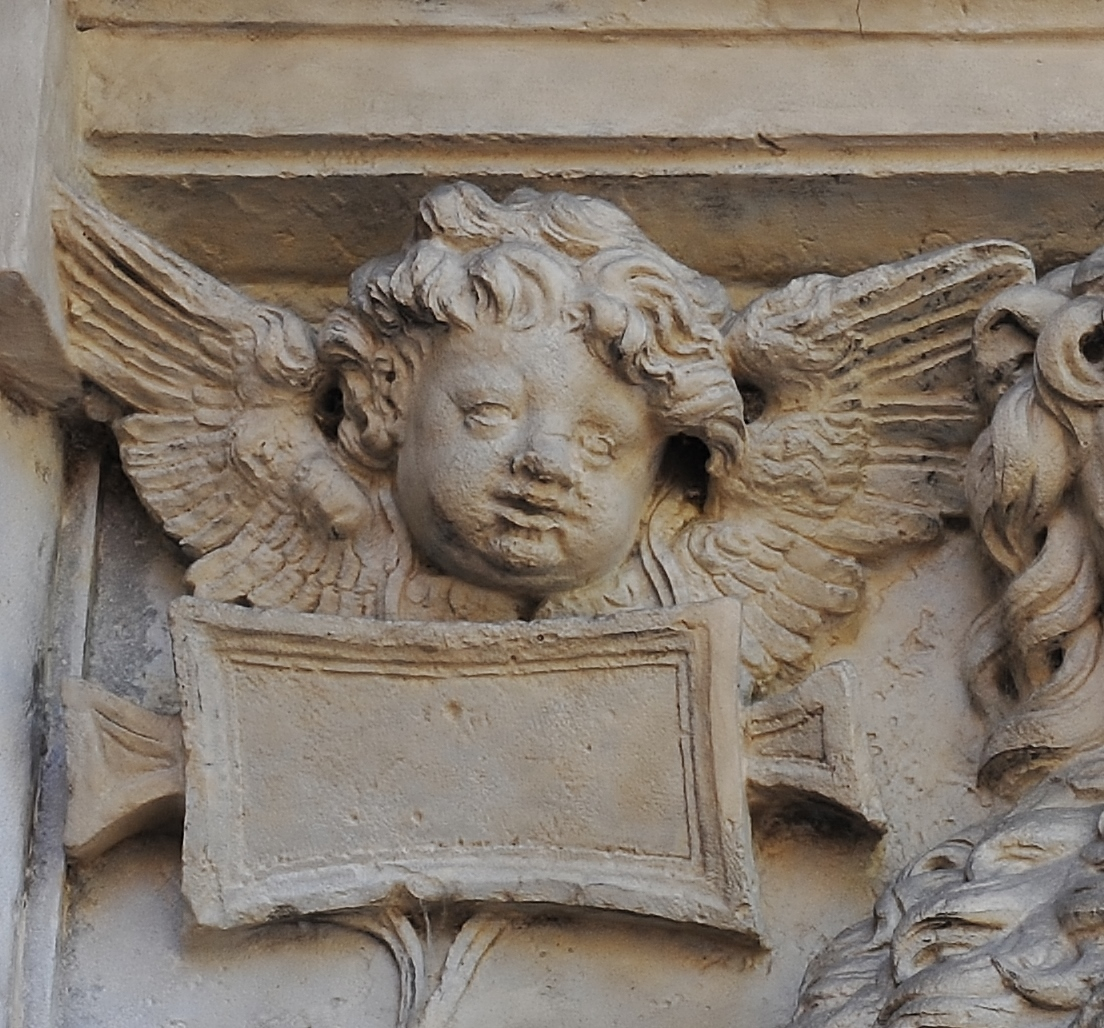
Tournoer : putto.
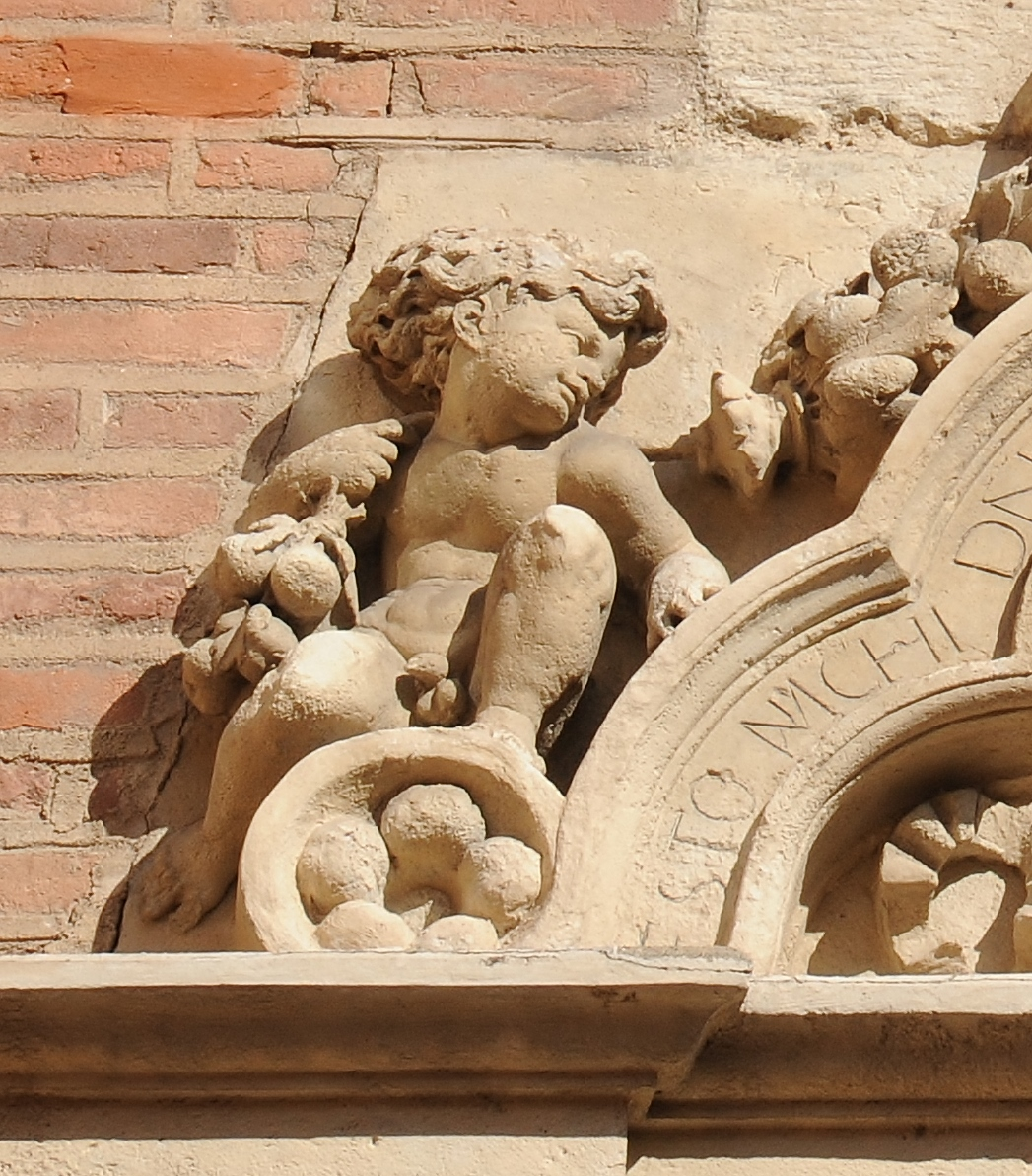
Tournoer : putto et guirlande.
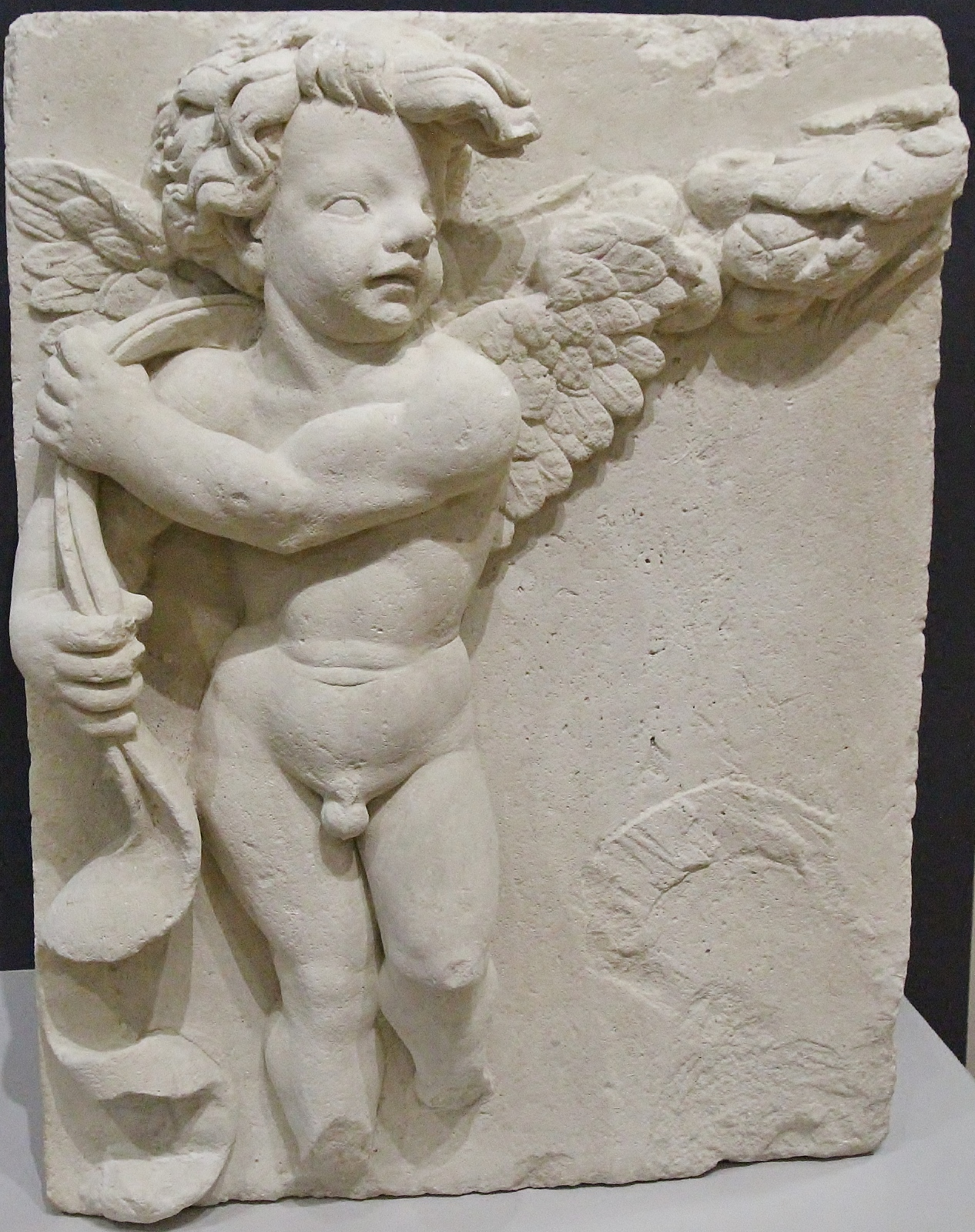
Putto qui faisait partie de la "porte aux deux visages" de la chapelle de l'hôtel de Ville.
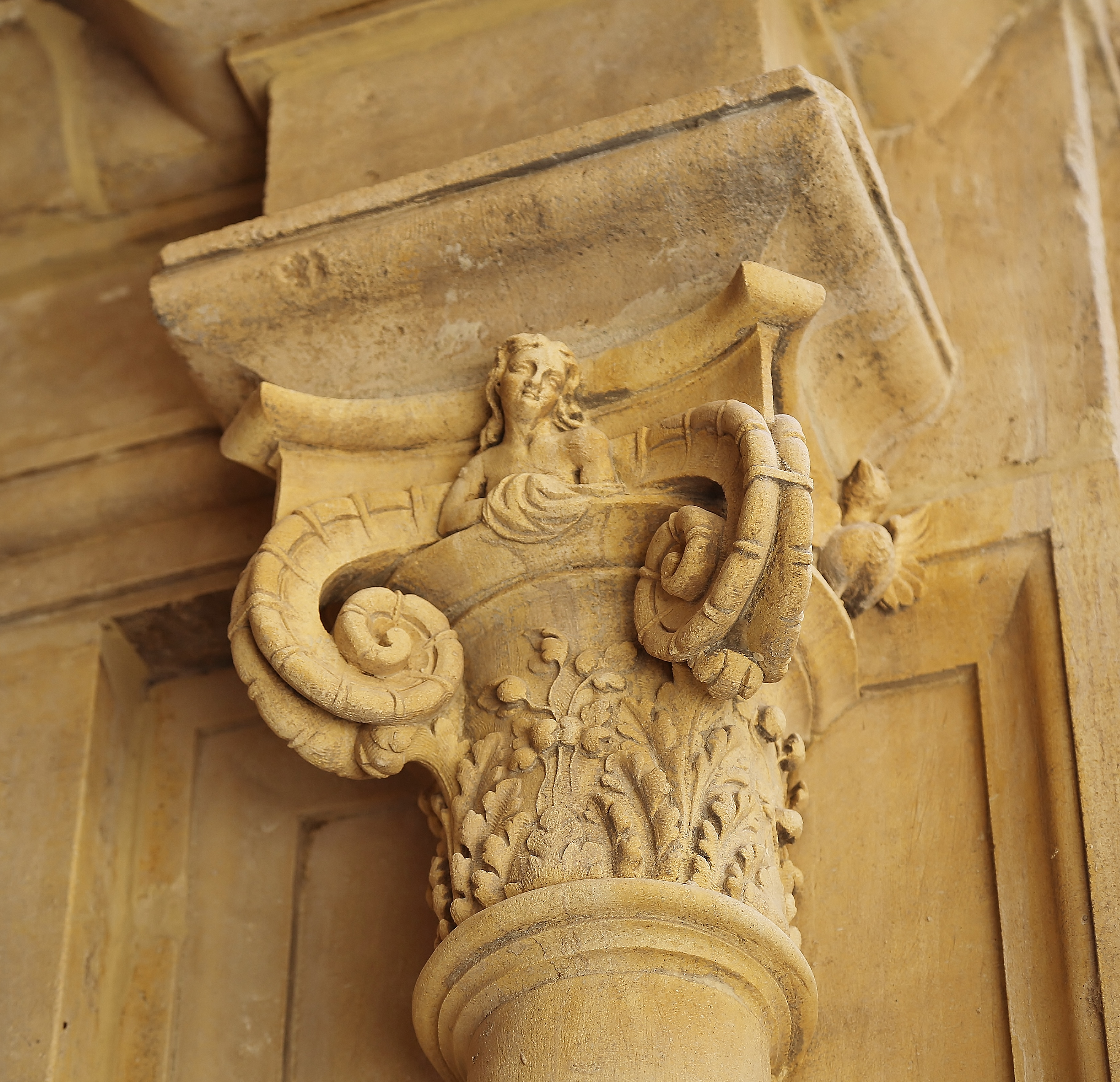
Bernuy : chapiteau.
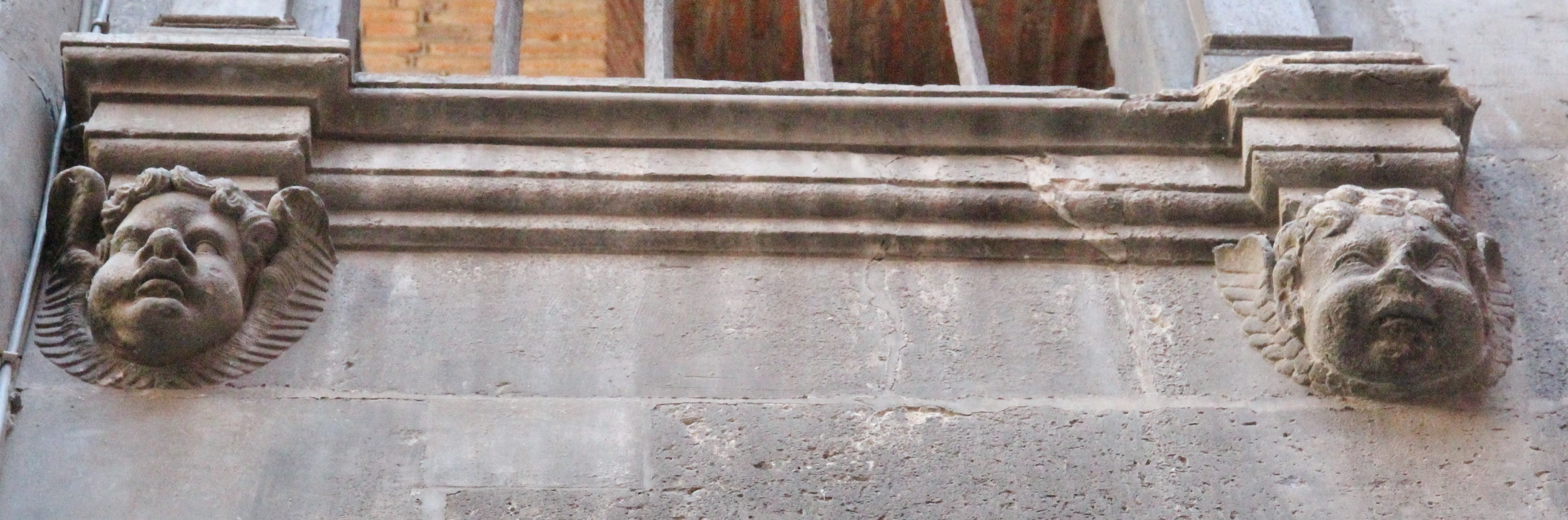
Bernuy : putti.
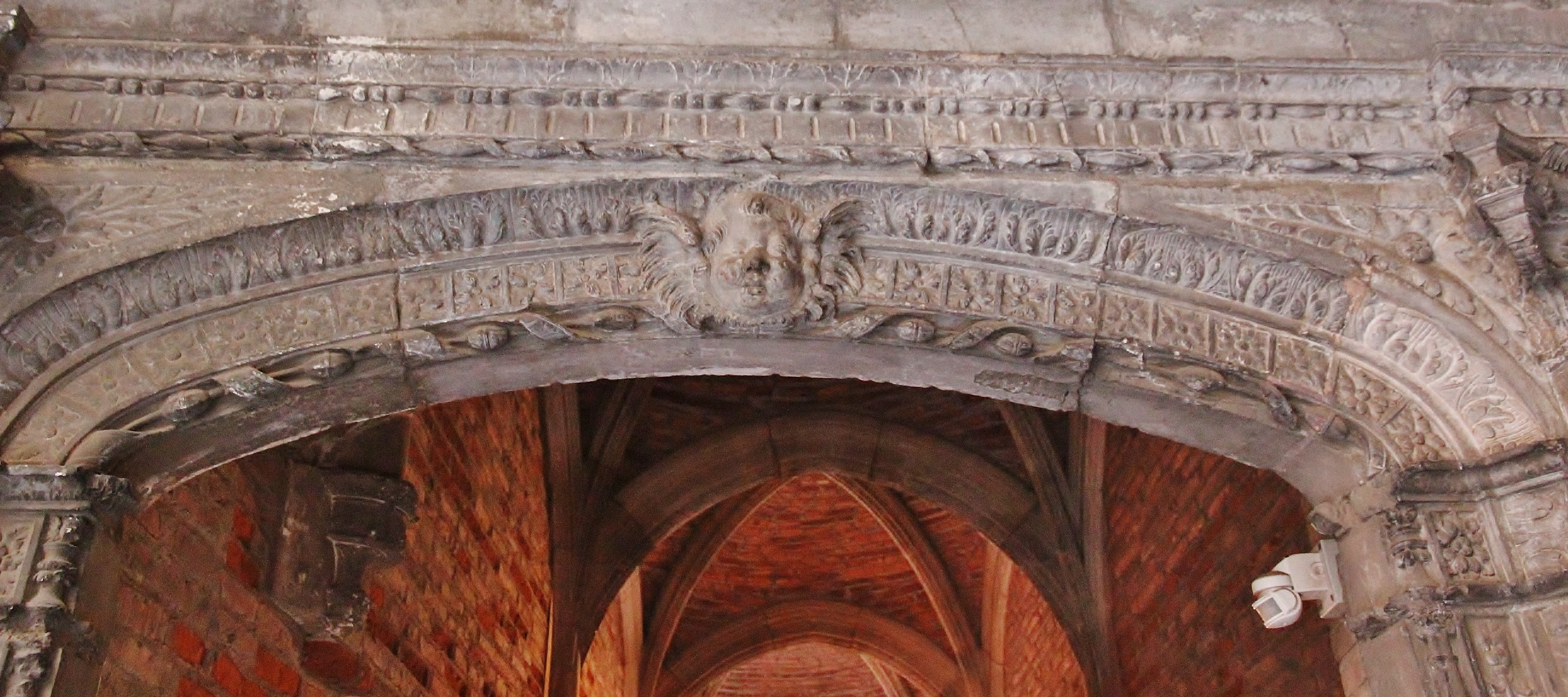
Bernuy : putto, olives.
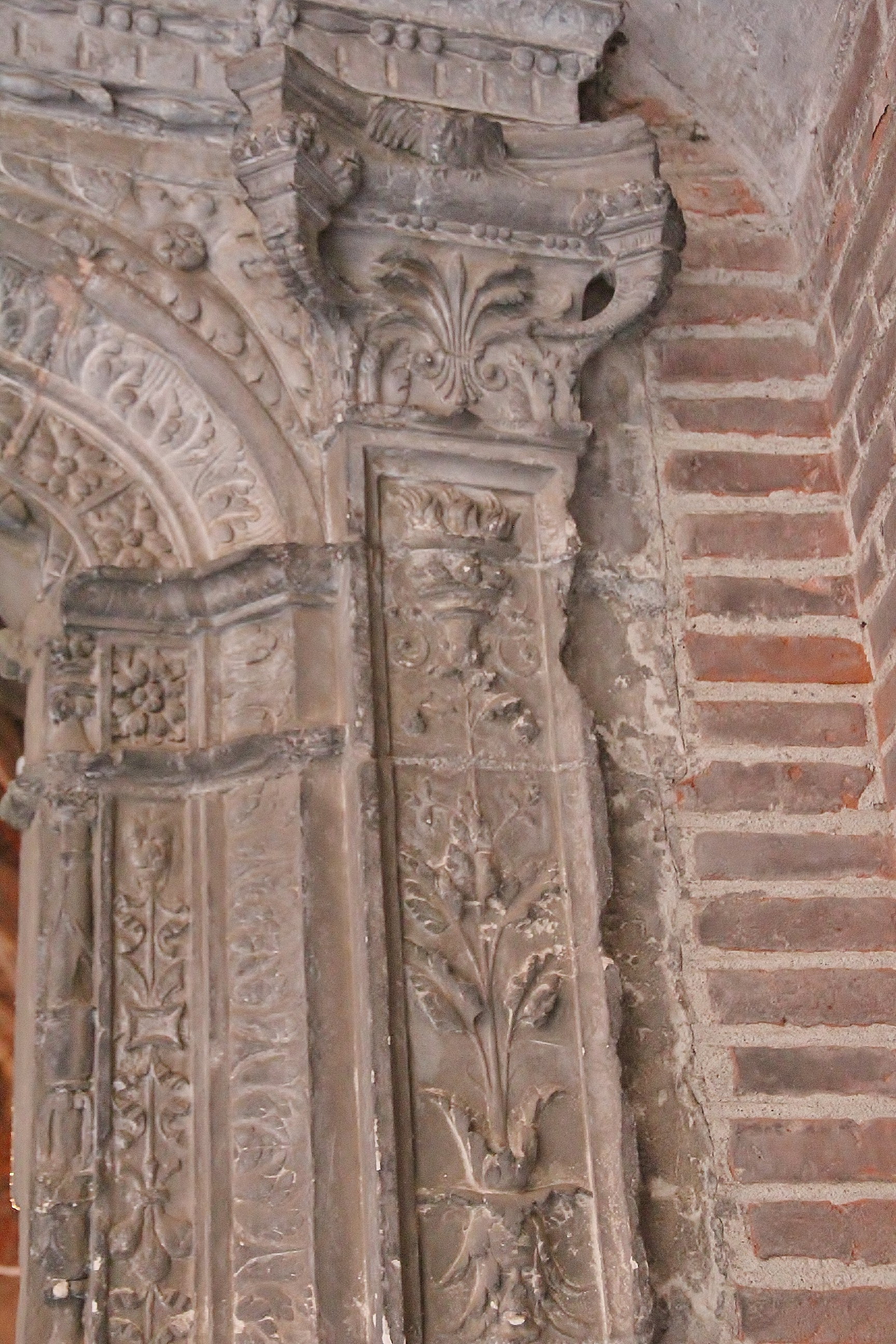
Bernuy : rinceaux, cornes d'abondance.
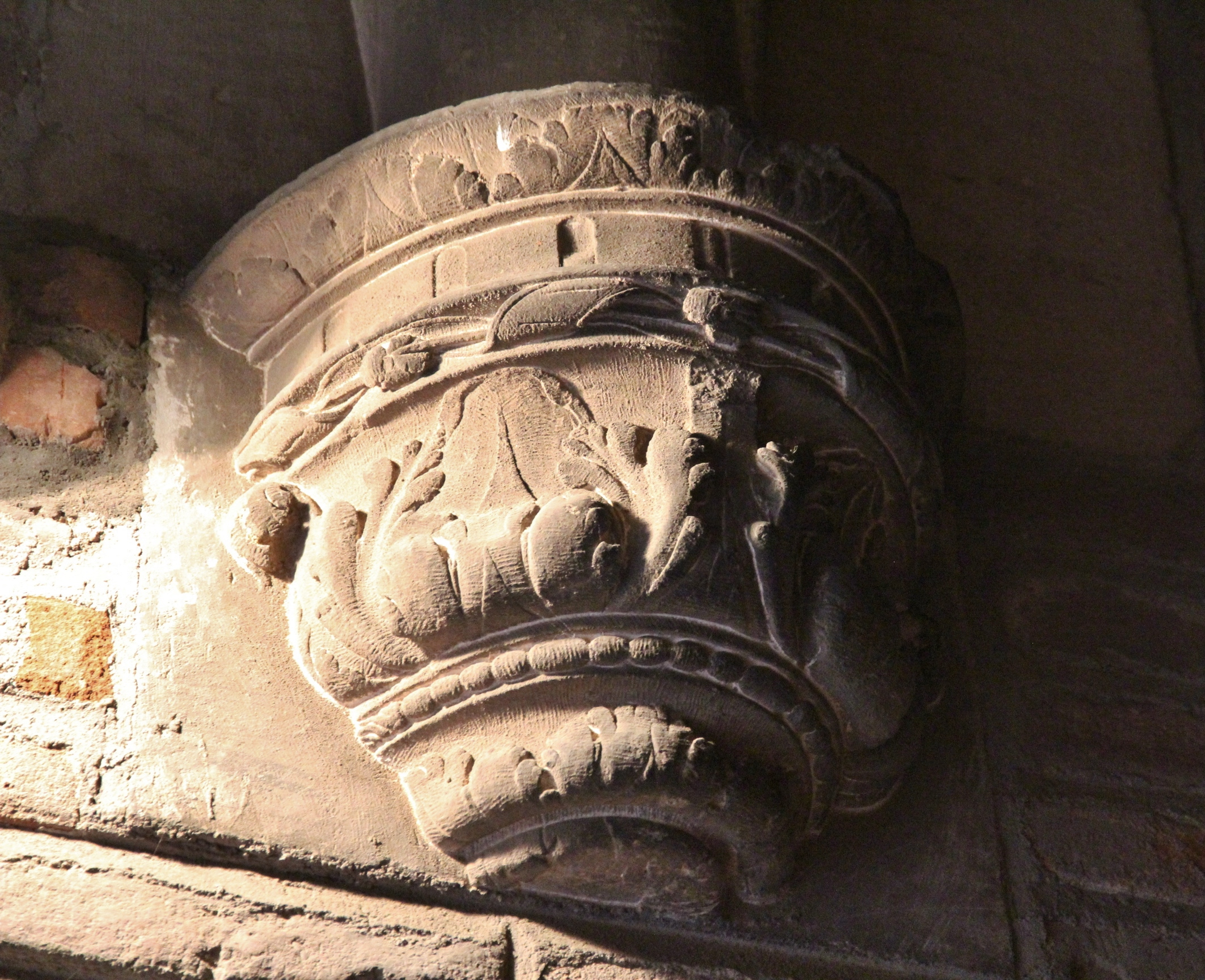
Bernuy : culot.
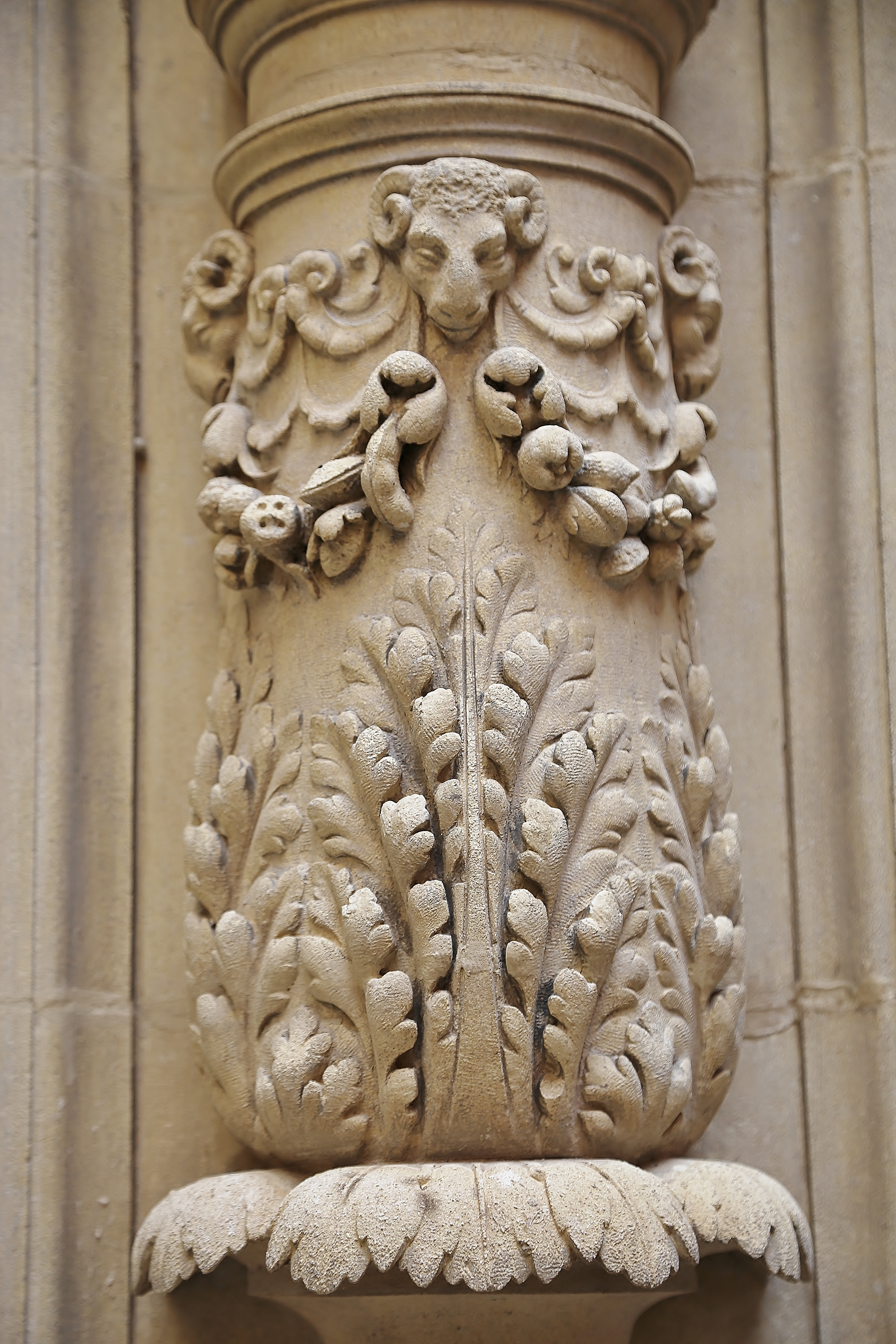
Bernuy : têtes de béliers et guirlandes.
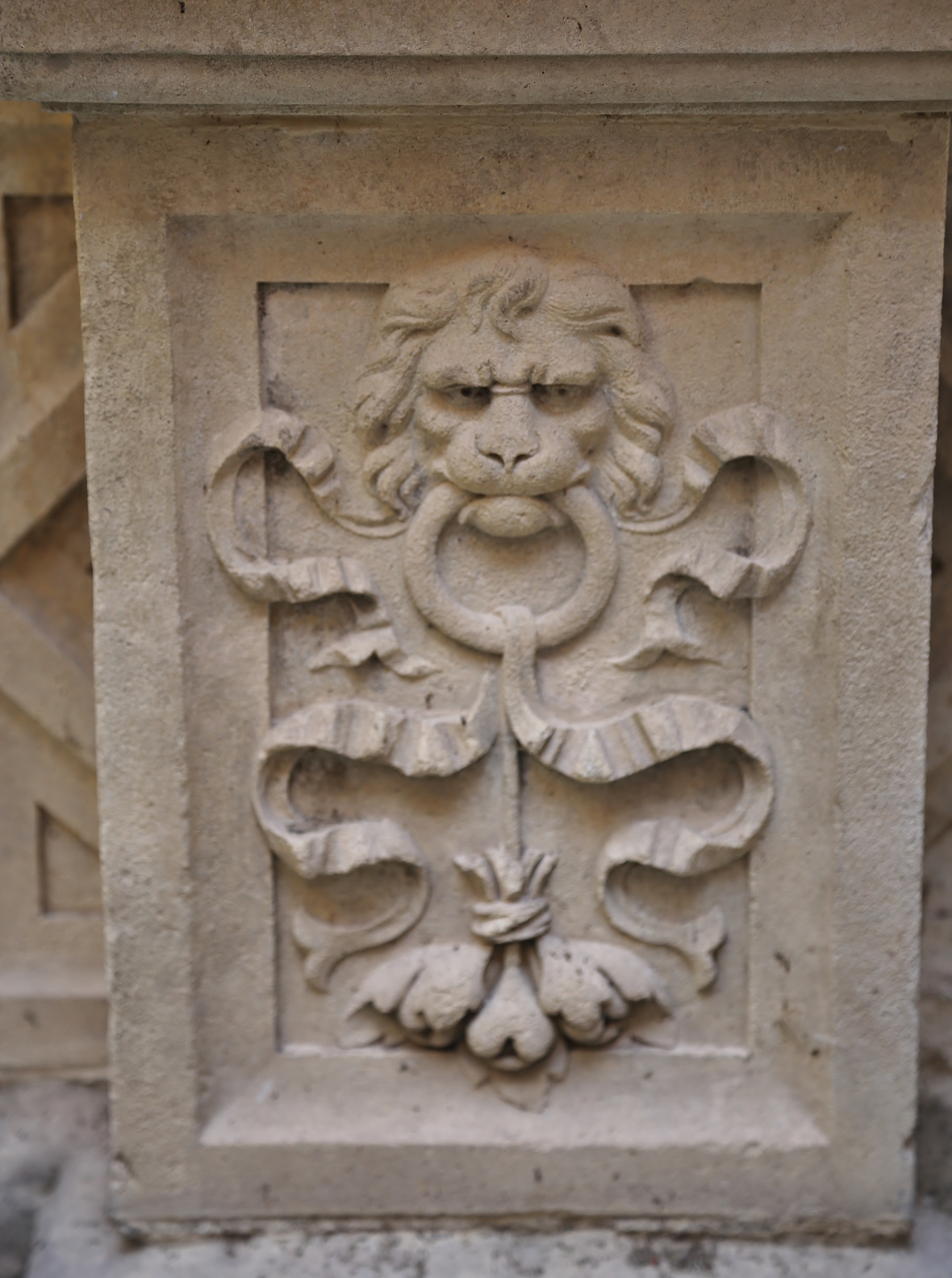
Bernuy : masque de lion, rubans.
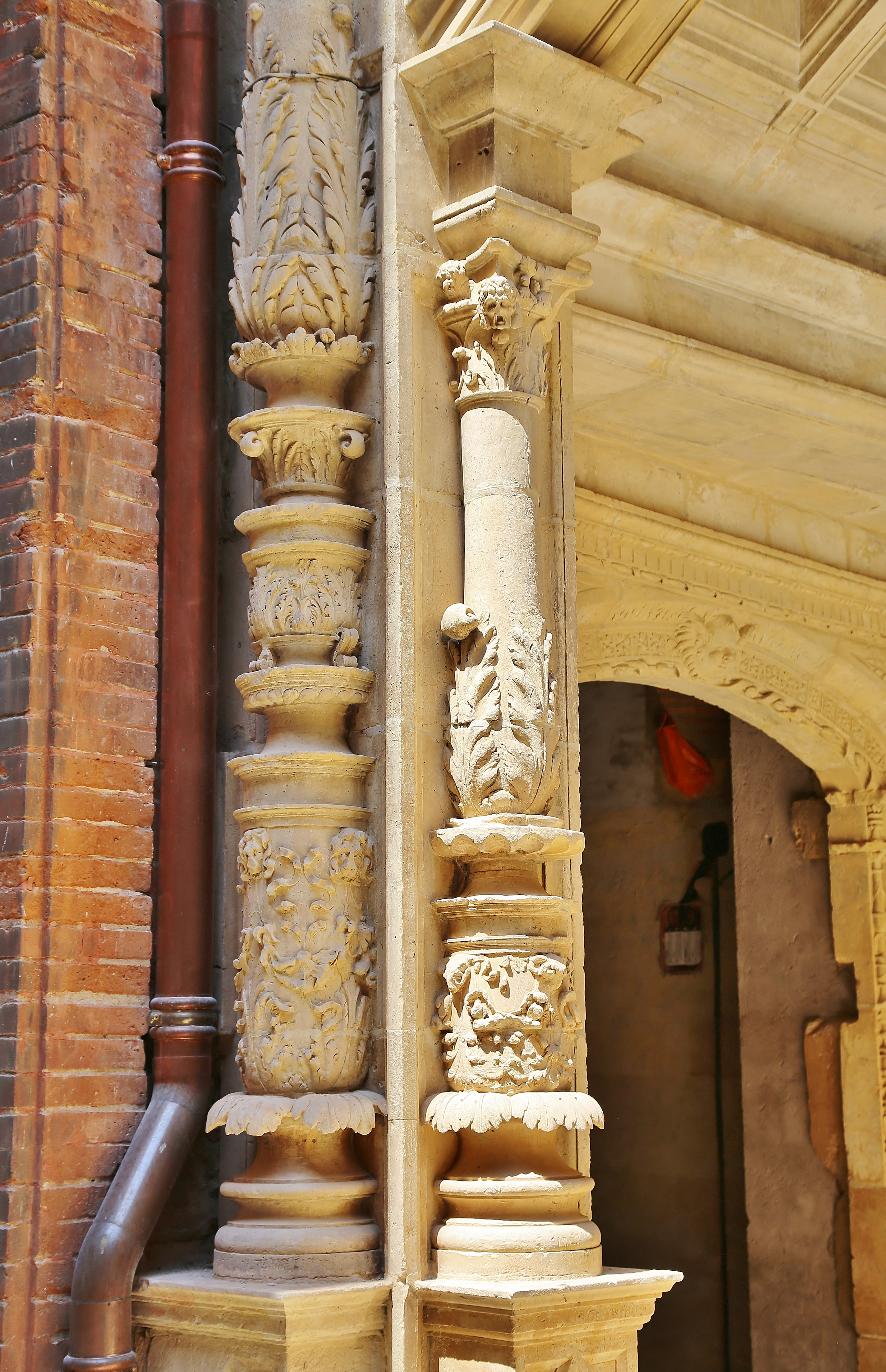
Bernuy : Colonnes-candélabres.
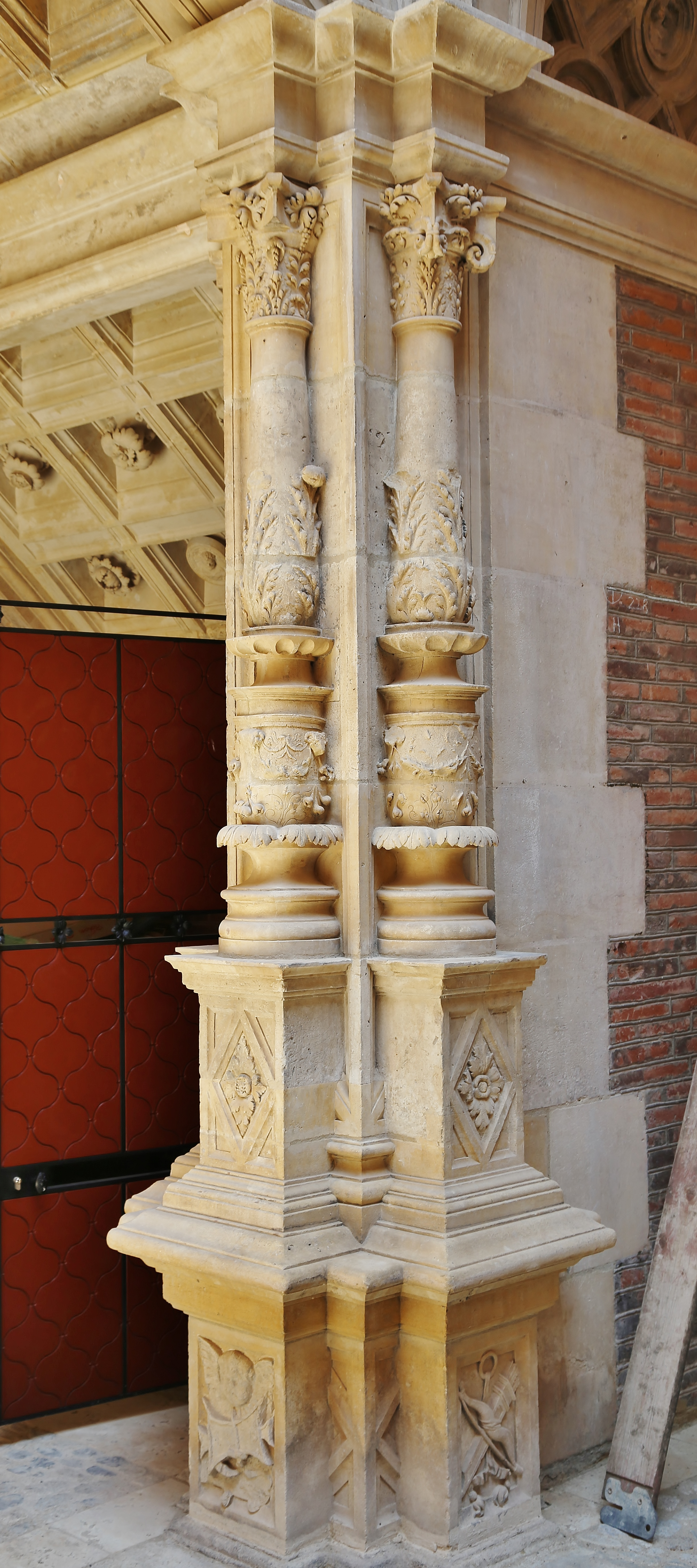
Bernuy : Colonnes-candélabres.
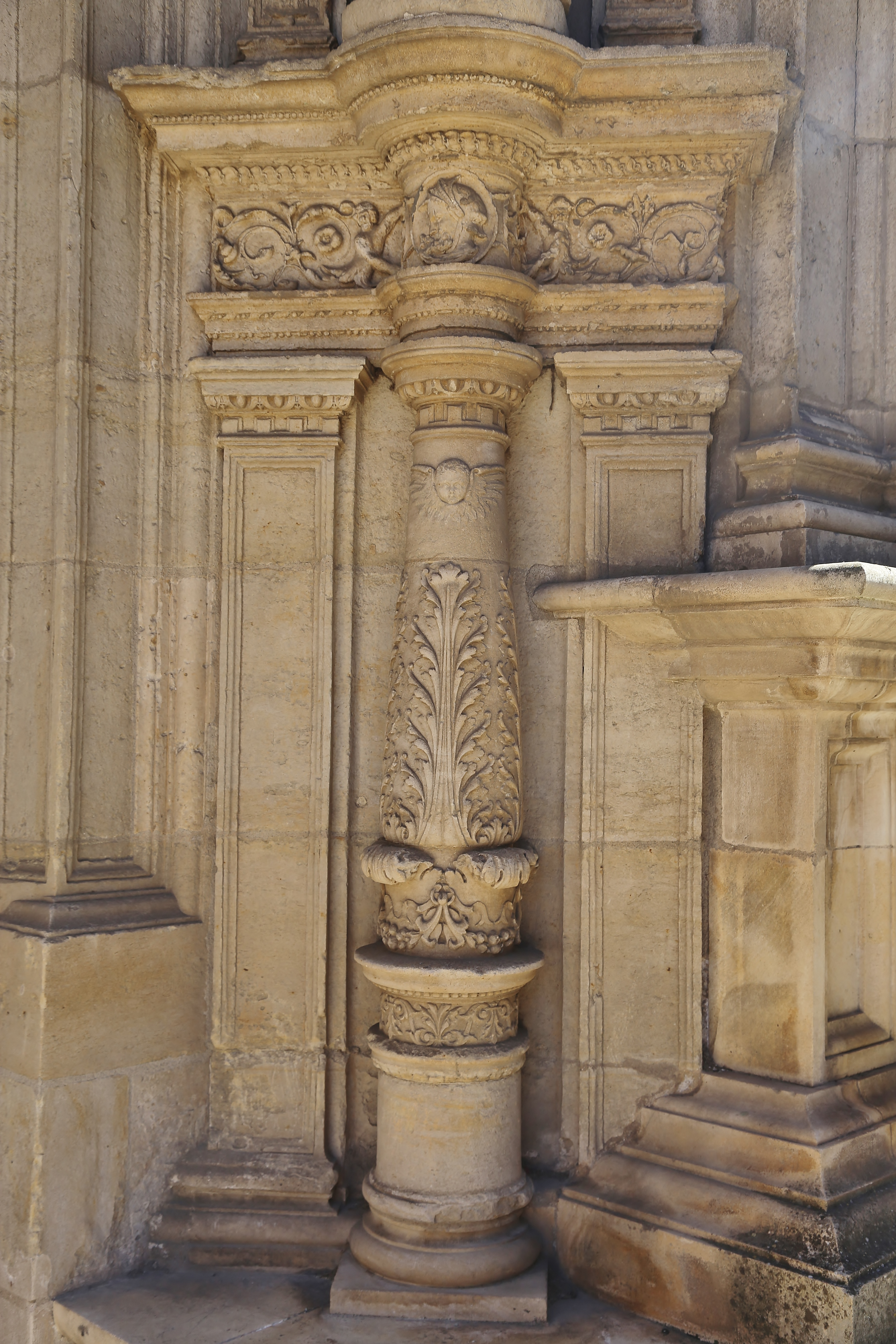
Église de la Dalbade : Colonne-candélabre.
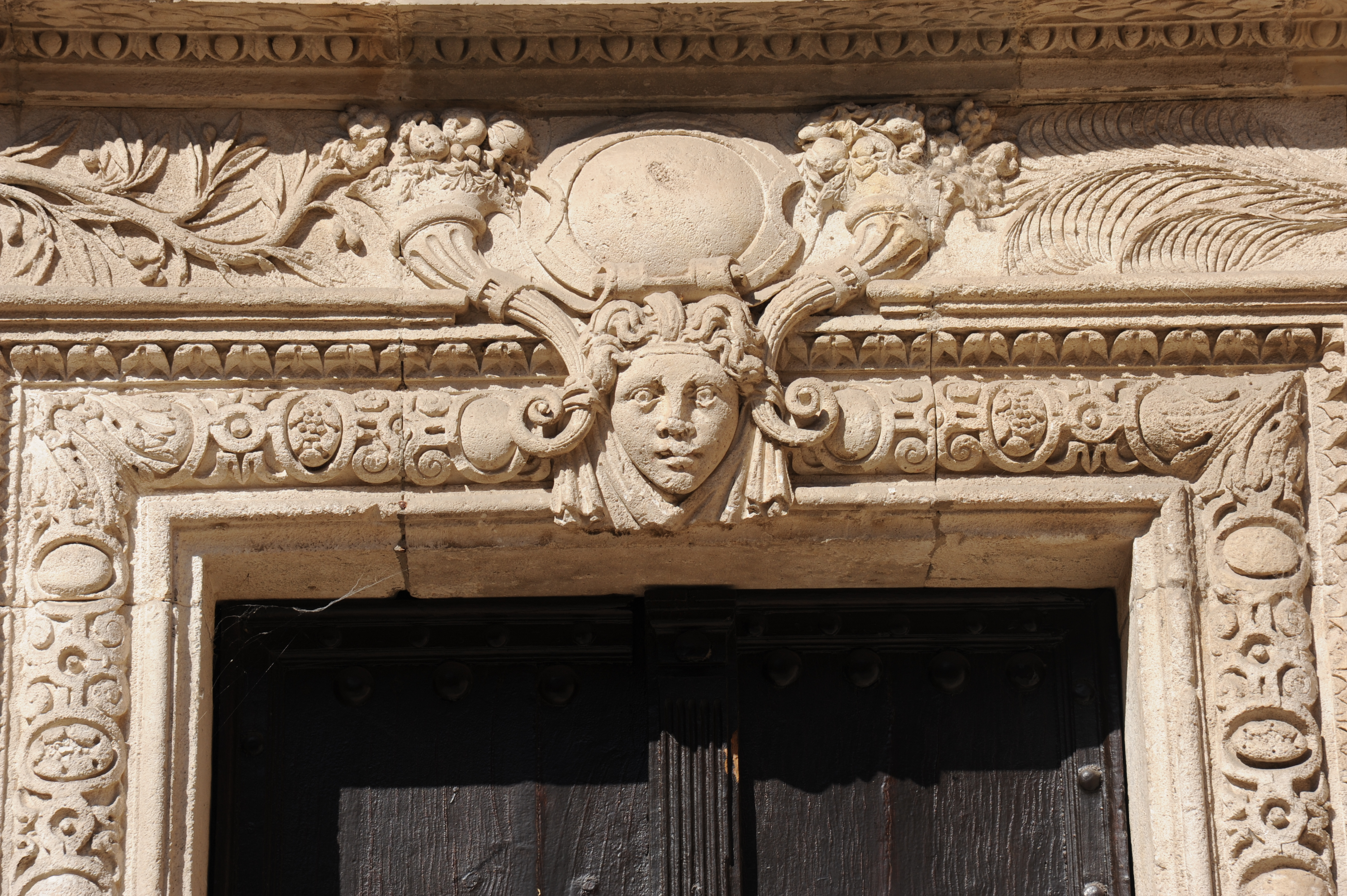
Assézat : linteau sculpté avec cornes d'abondance.
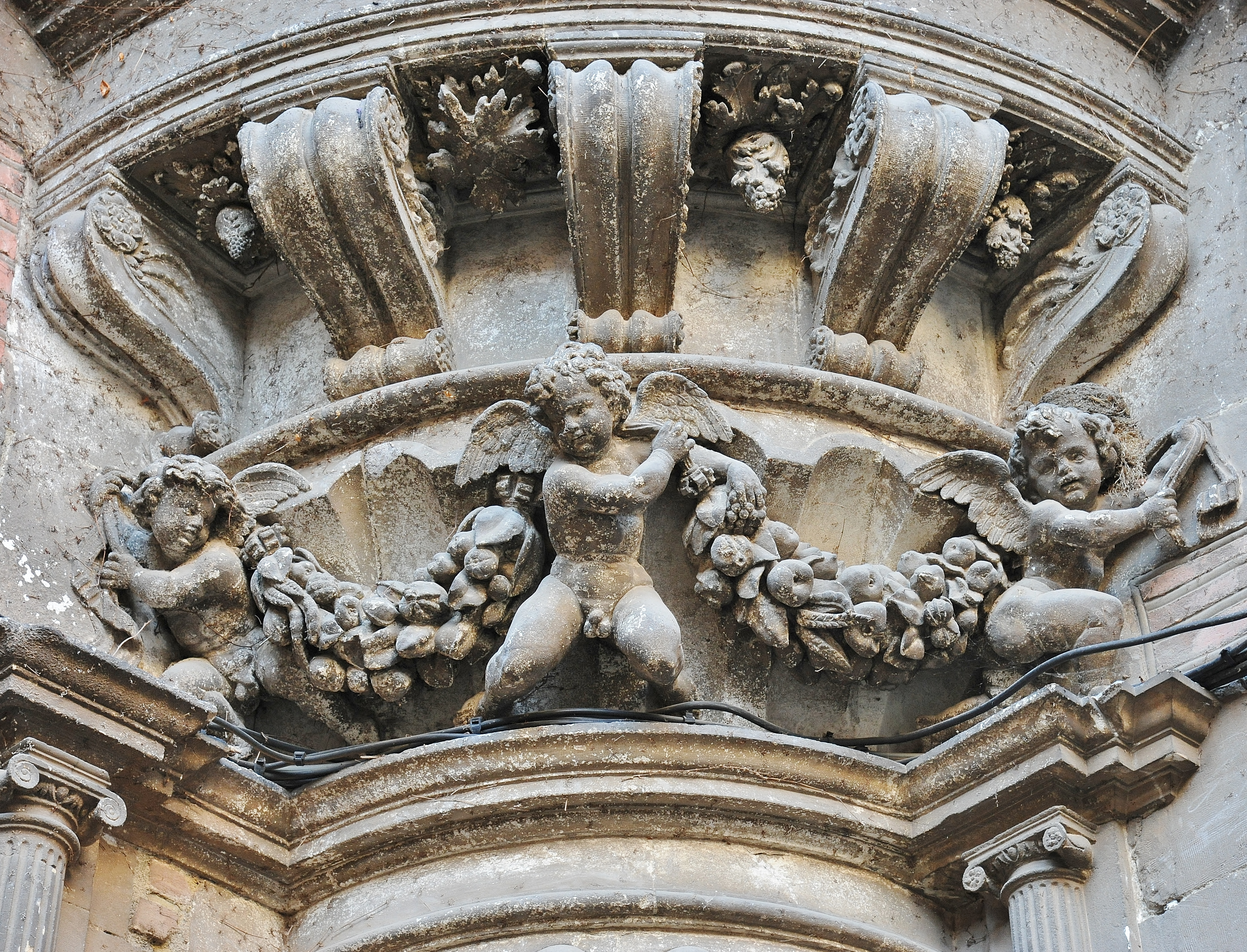
Molinier : putti et guirlande d'abondance.
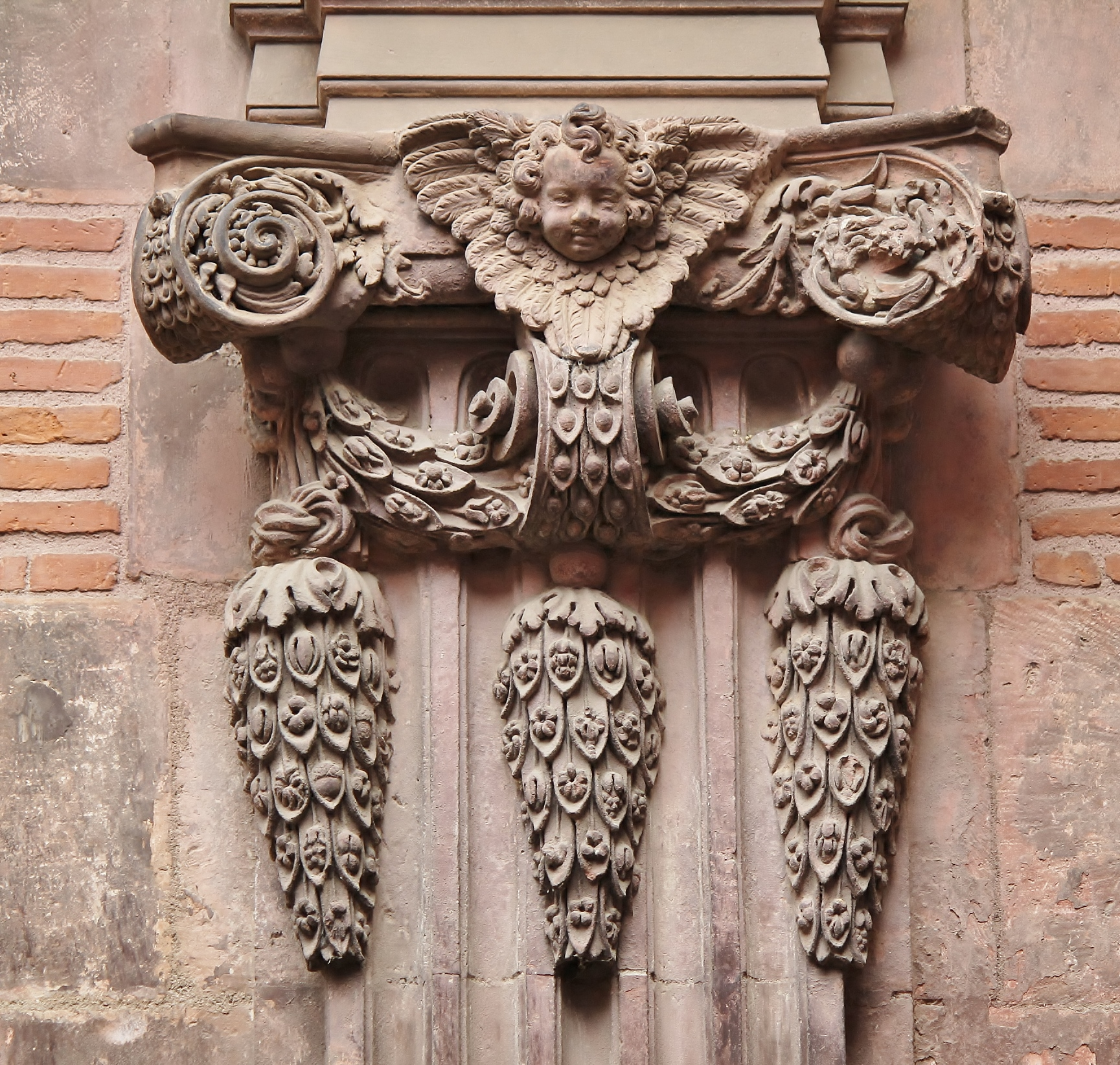
Clary : putto et guirlandes.
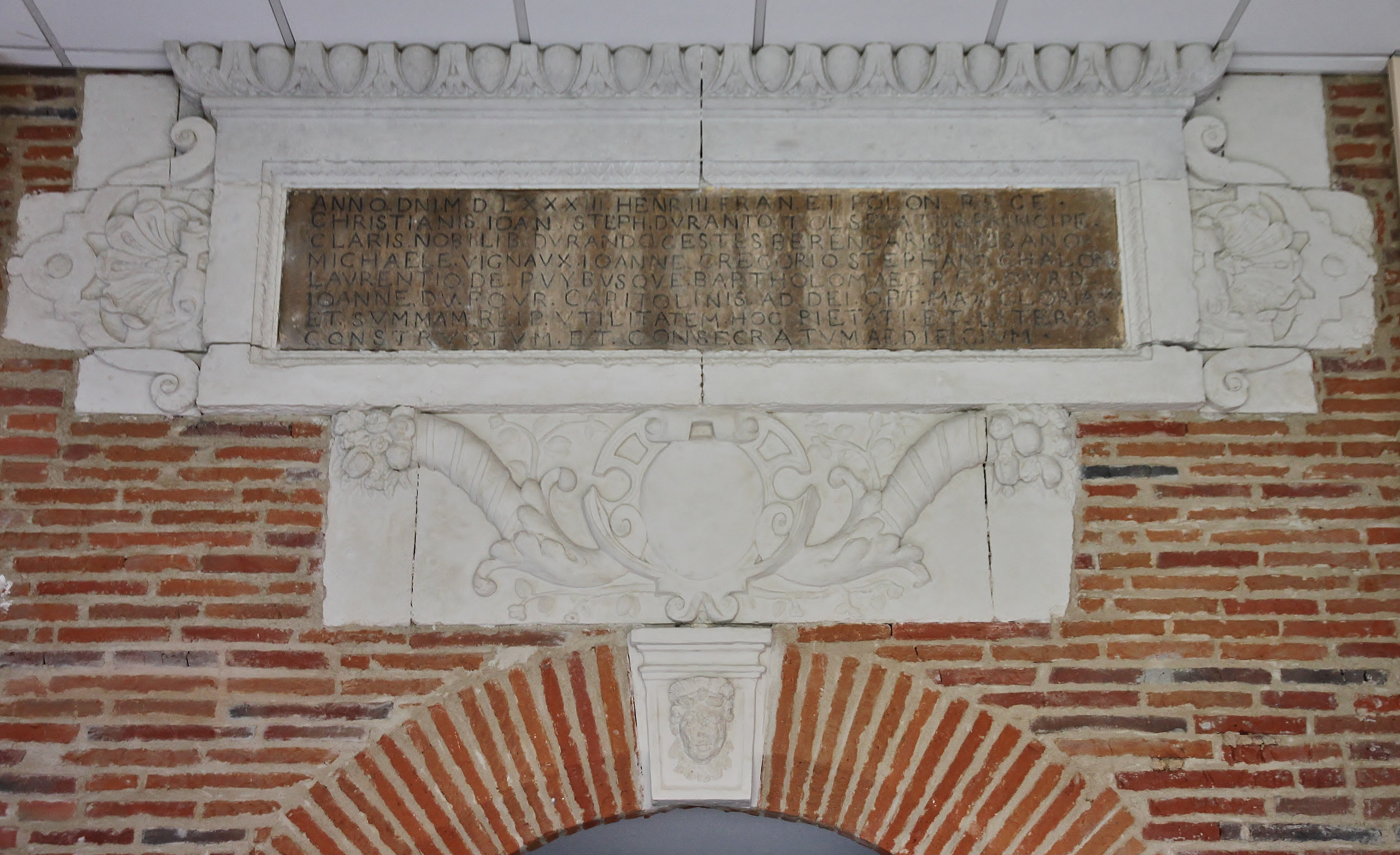
Stèle du collège de l'Esquile.
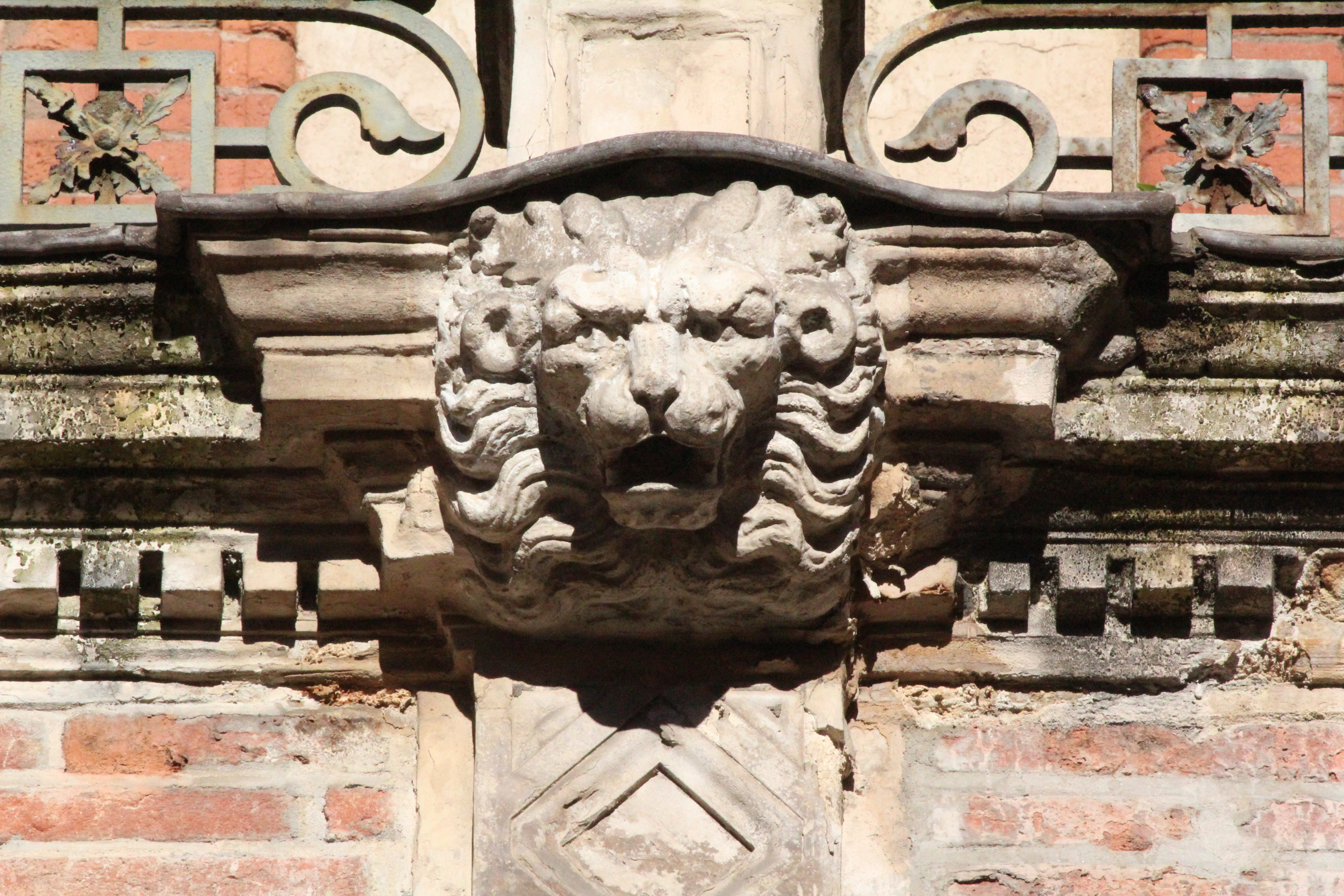
Pins : mufle de lion servant autrefois de gargouille.
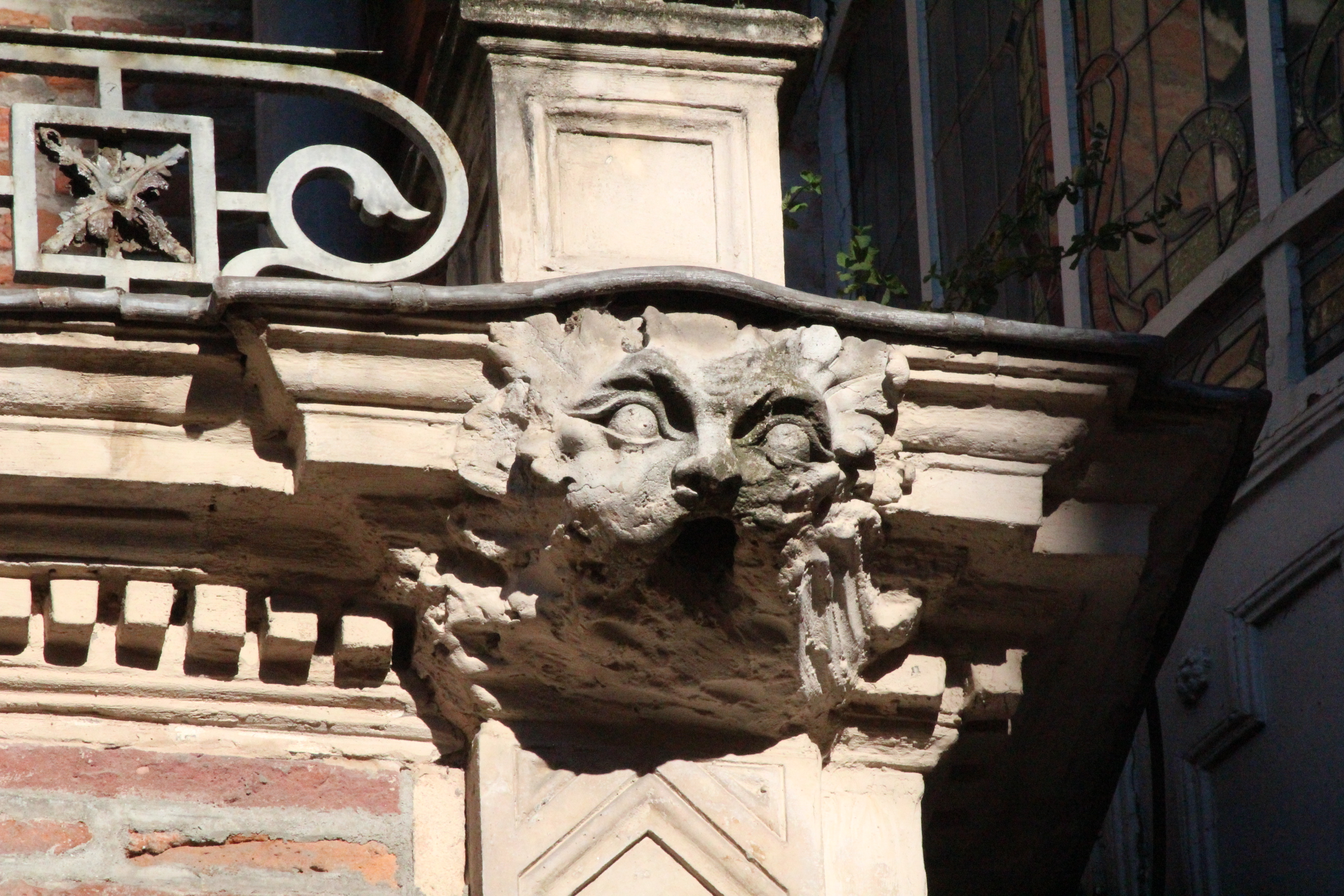
Pins : mufle de lion / gargouille.
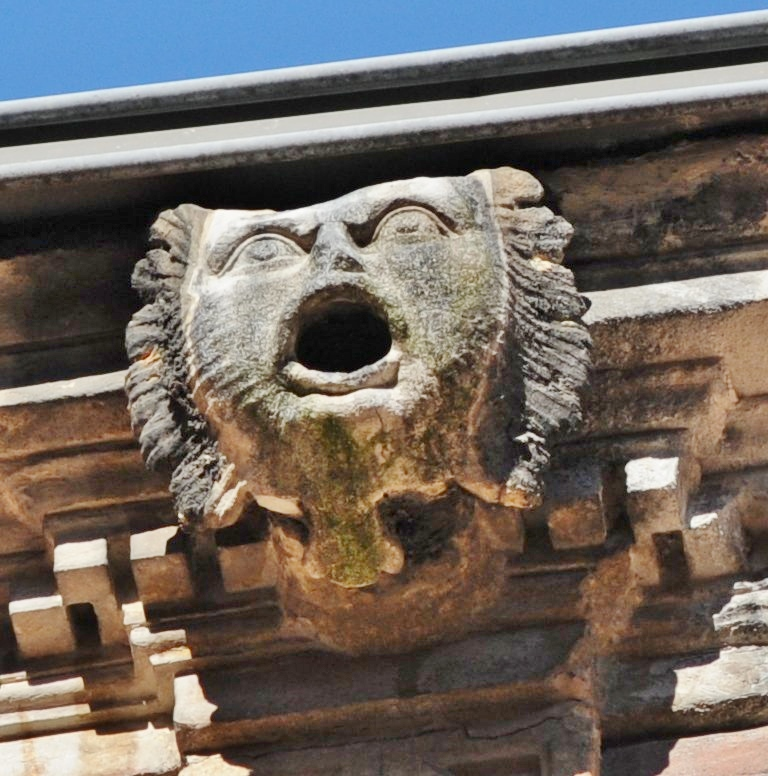
Thomas de Montval : mufle de lion / gargouille (provenance : hôtel de Pins).
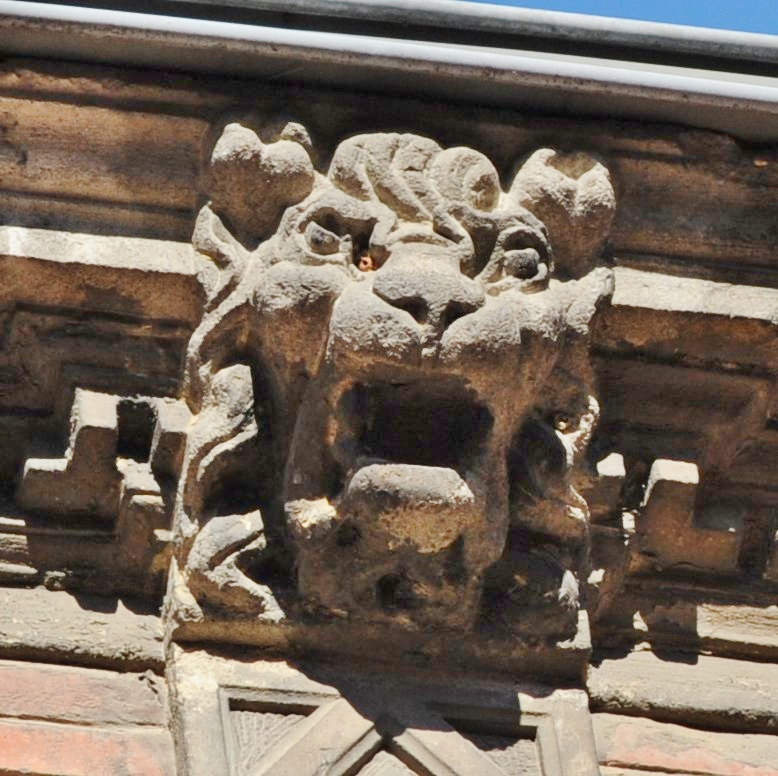
Thomas de Montval : mufle de lion / gargouille (provenance : hôtel de Pins).
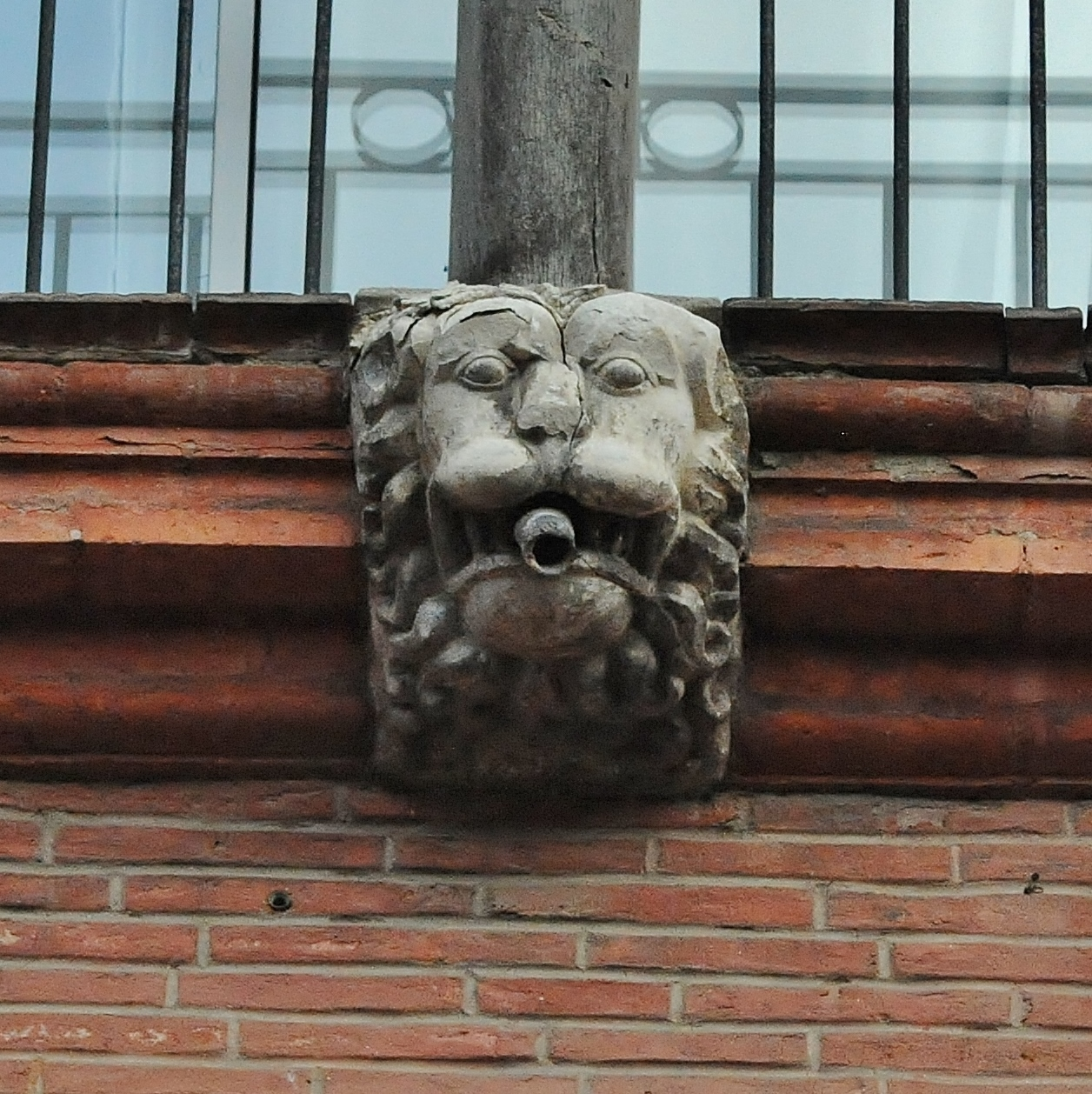
Tiffy : mufle de lion / gargouille.
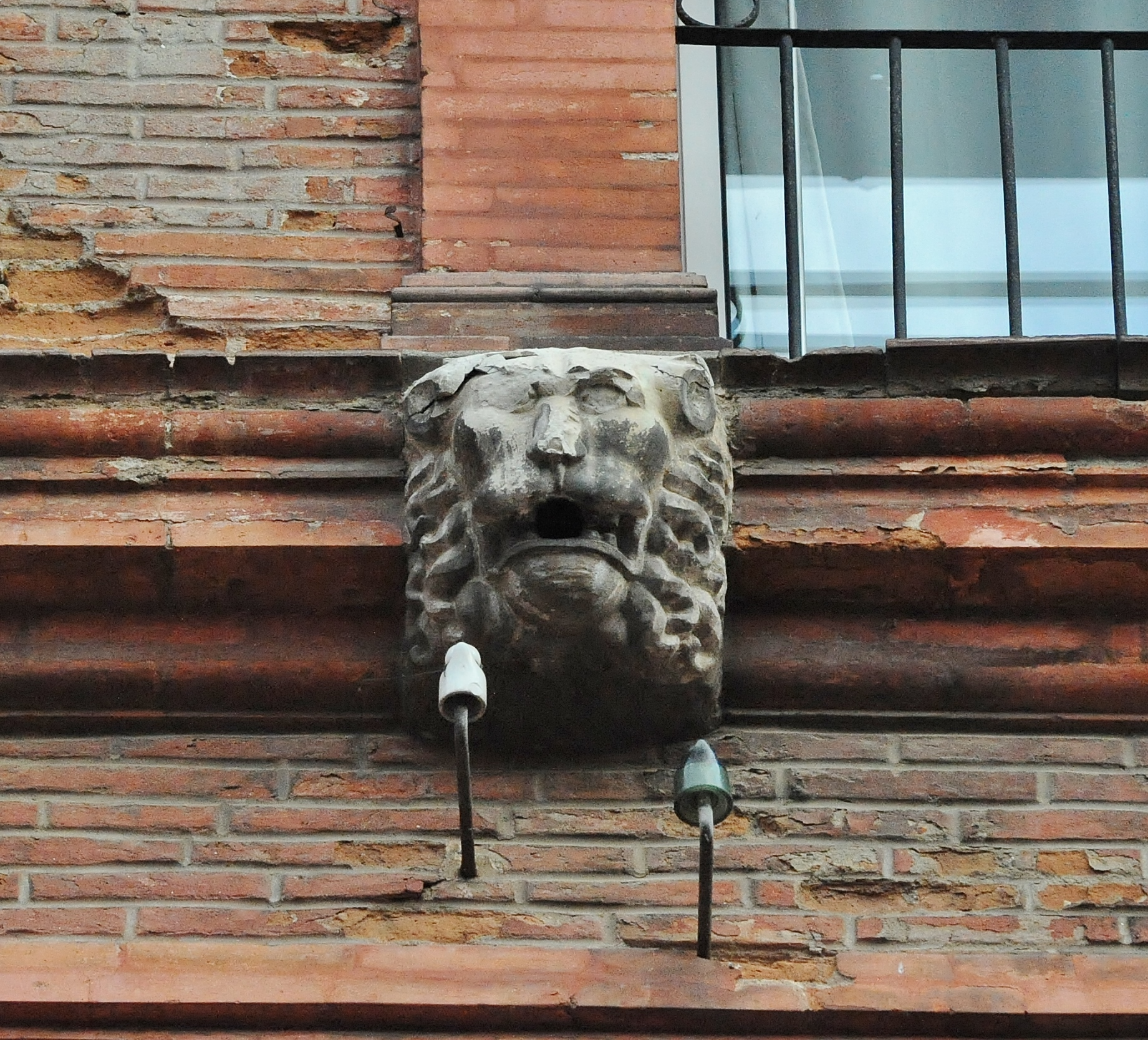
Tiffy : mufle de lion / gargouille.
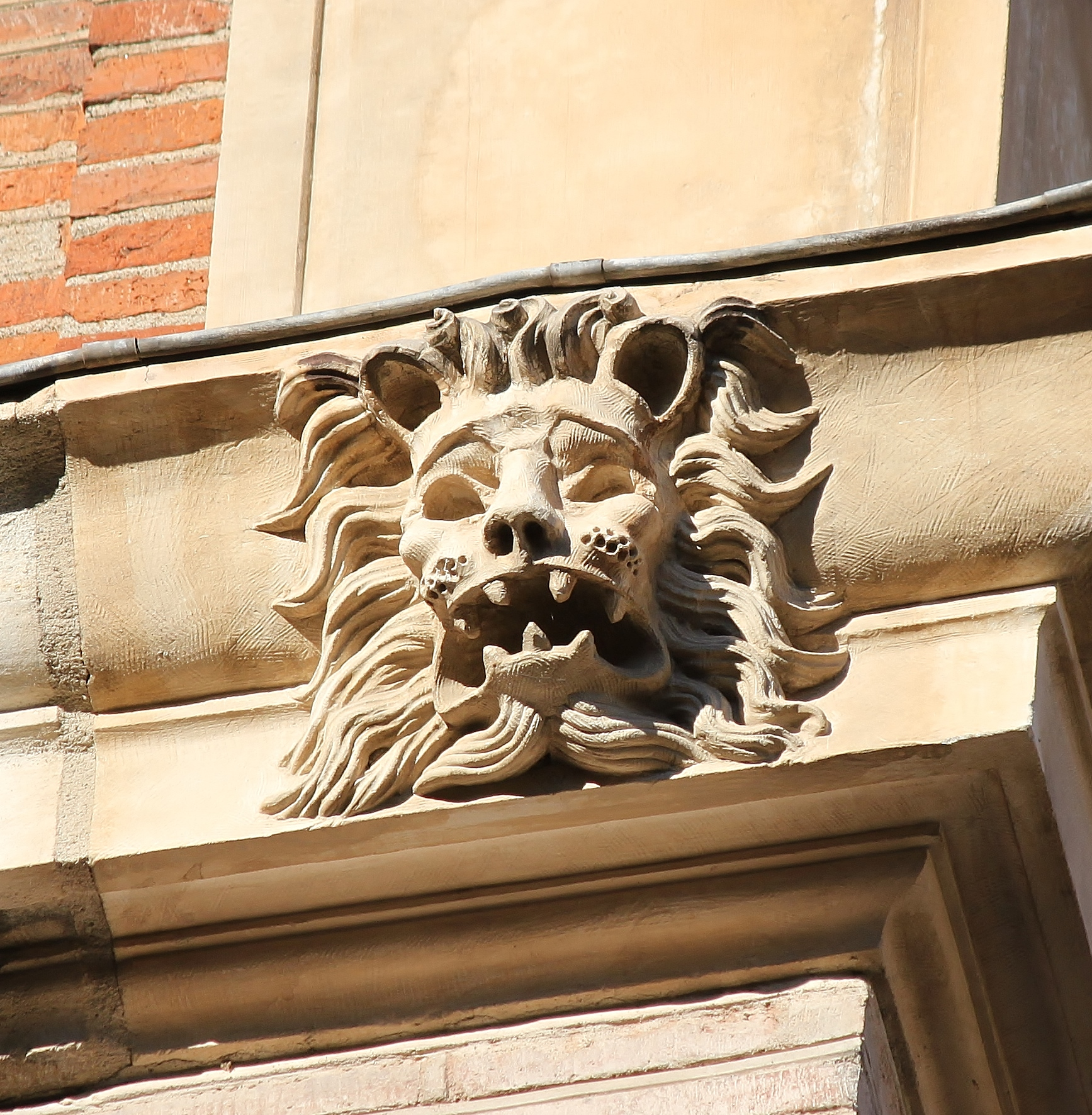
Assézat : mufle de lion / gargouille.
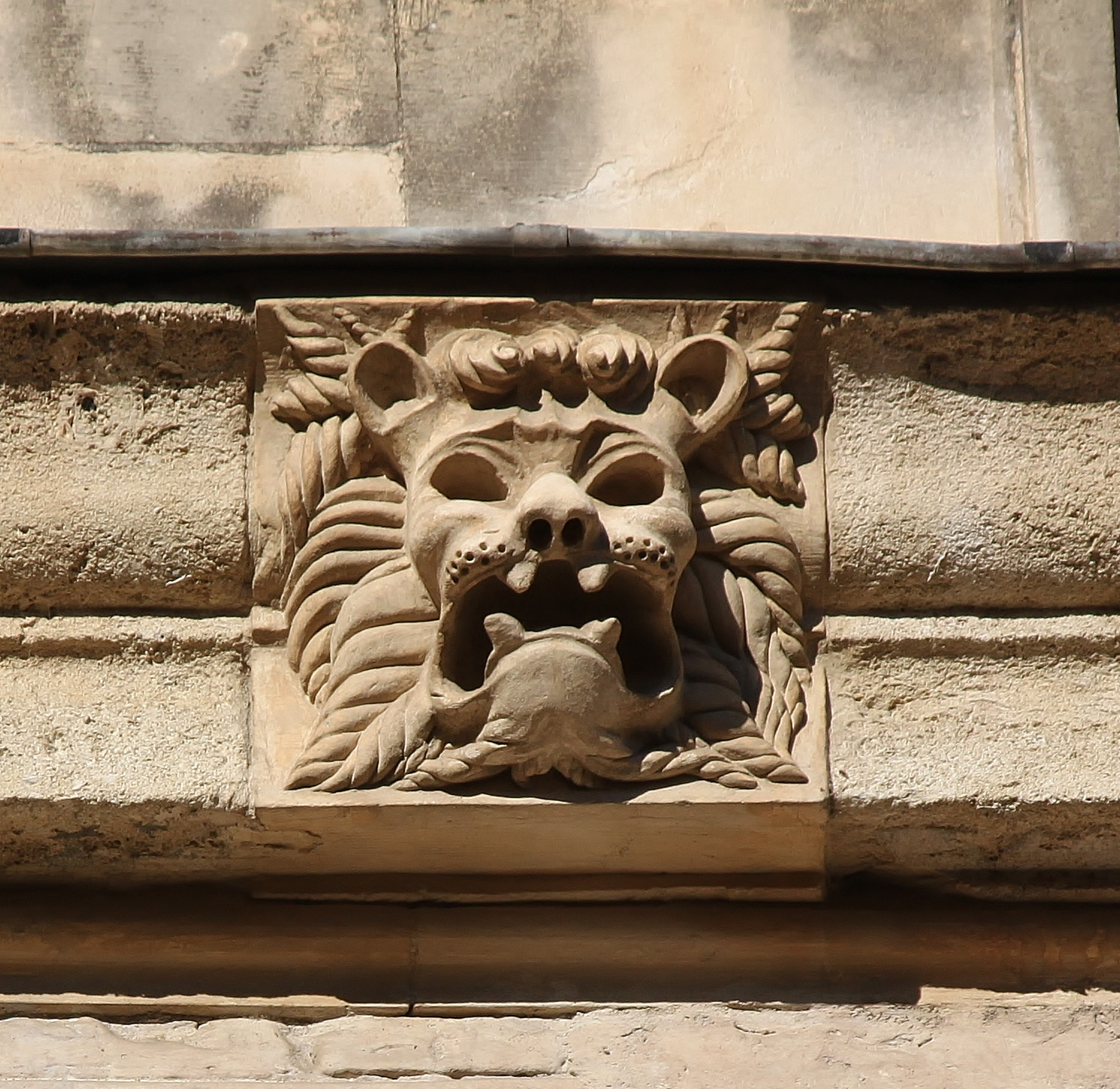
Assézat : mufle de lion / gargouille.
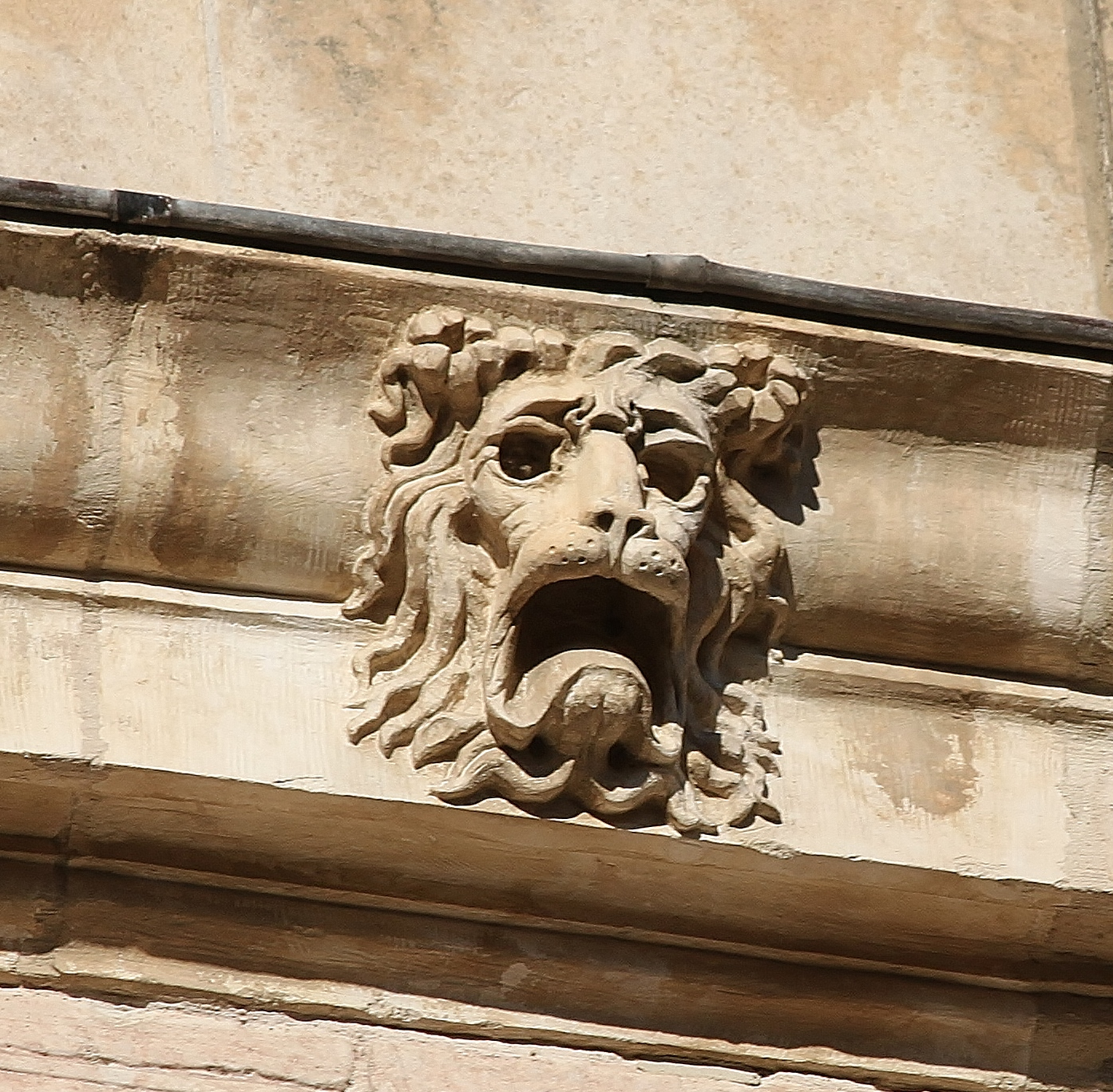
Assézat : mufle de lion / gargouille.
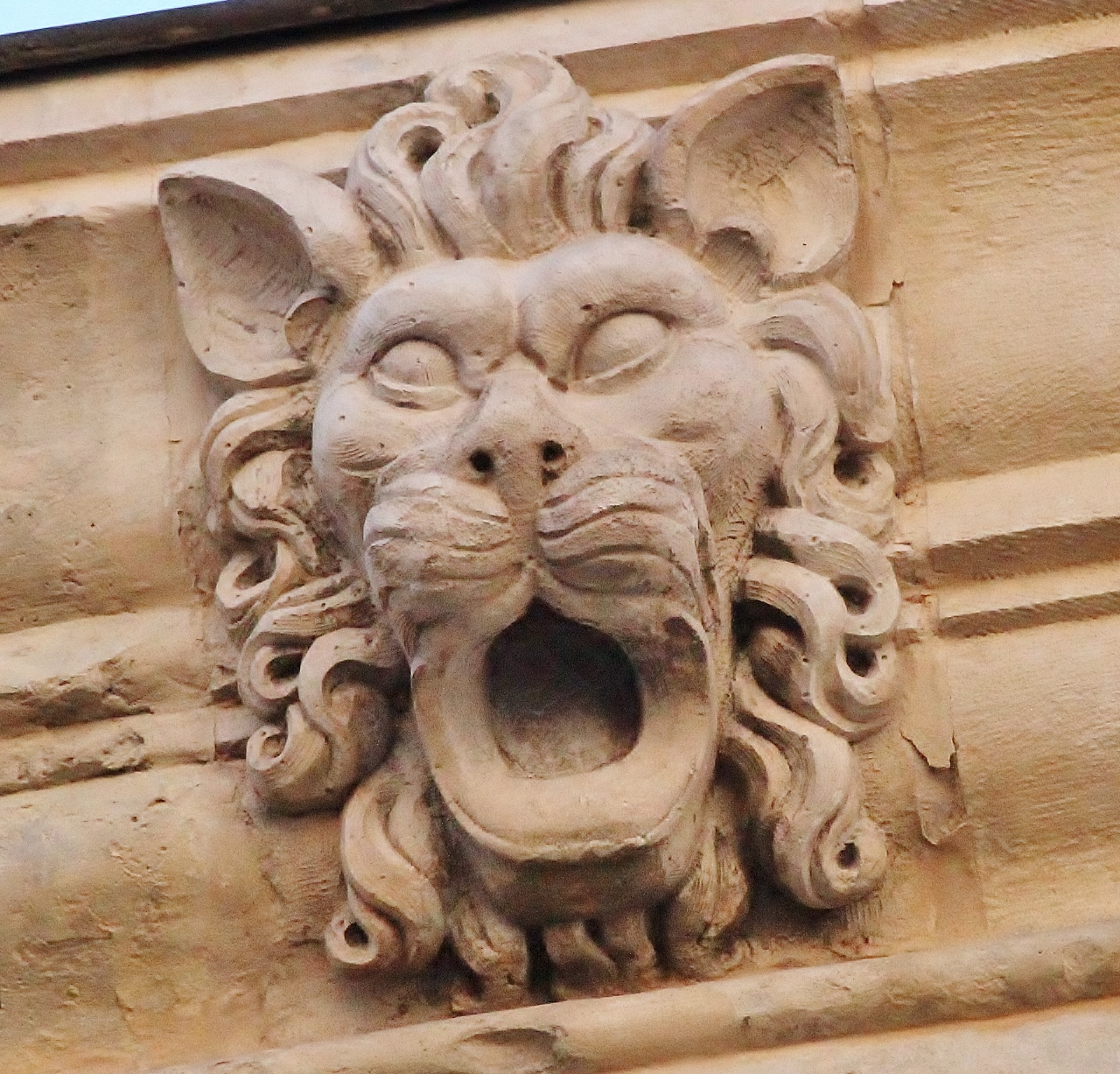
Clary : mufle de lion / gargouille.
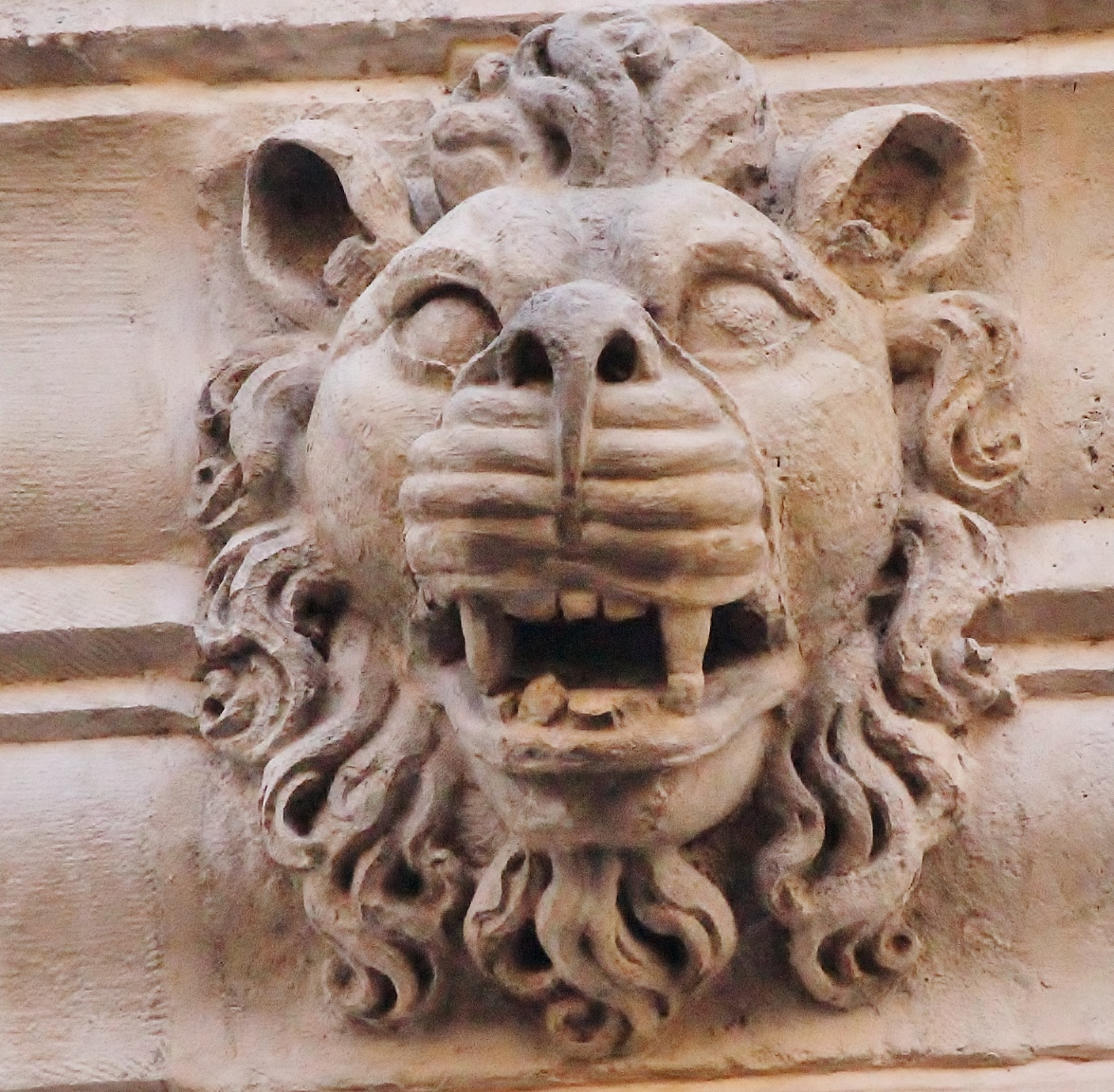
Clary : mufle de lion / gargouille.
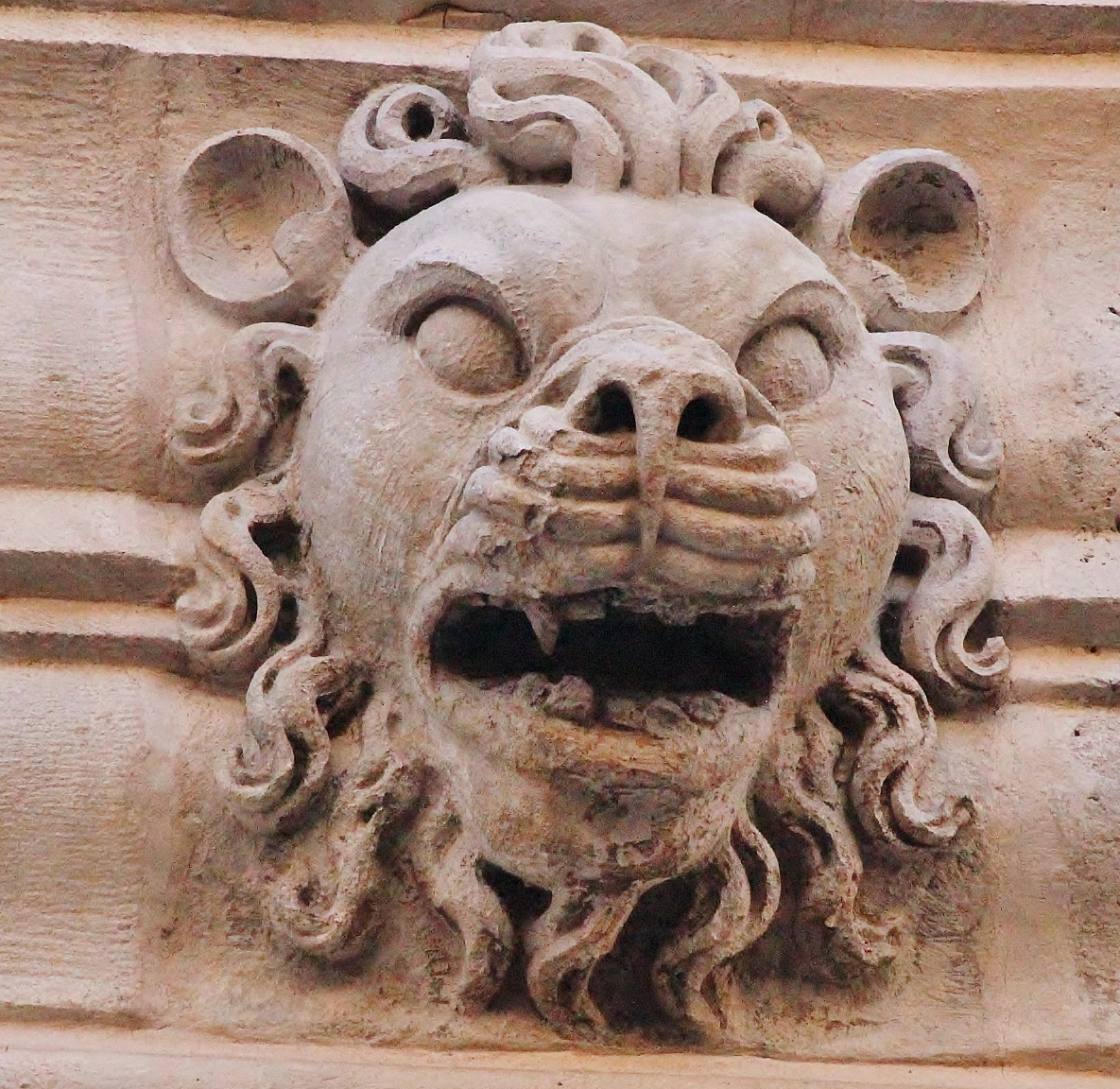
Clary : mufle de lion / gargouille.

### Les portraits en médaillon
Dans un XVIe siècle marqué par l'humanisme et la culture antiquaire, les propriétaires n'hésitaient pas à se faire représenter tels des Césars dans des médaillons sculptés dans la pierre, évocations des monnaies et médailles antiques que collectionnaient les humanistes. C'est sur la tour de l'hôtel du Vieux-Raisin que le propriétaire Bérenguier Maynier, capitoul et parlementaire, fit réaliser des médaillons pour la première fois à Toulouse (entre 1515 et 1528). Le prélat et humaniste toulousain Jean de Pins, ambassadeur à Milan, Venise et Rome, qui tint un rôle majeur dans l'introduction des modèles italiens à Toulouse, fit décorer vers 1528 la cour de son hôtel de têtes sculptées en médaillons. Le propriétaire suivant de ce même hôtel de Pins fit réaliser en 1545 d'autres médaillons, attribués à Nicolas Bachelier, dont six ont été réemployés dans la cour de l'hôtel Thomas de Montval. Leur encadrement composé d'une couronne végétale, appelée « chapeau de triomphe » dans les textes, renvoie aux triomphes romains (laurier) mais également aux armes du marchand du XVIe siècle. La manière de Nicolas Bachelier s'y distingue dans le traitement des arcades sourcilières très proéminentes et des lèvres très souvent épaisses chez ses personnages.
Après 1540 une évolution mena à des bustes dépourvus d'encadrement, comme sur la tour de l'hôtel de Brucelles édifiée en 1544.
Ce type de décor se fit ensuite plus rare, remplacé au milieu du XVIe siècle par les ordres d'architecture.

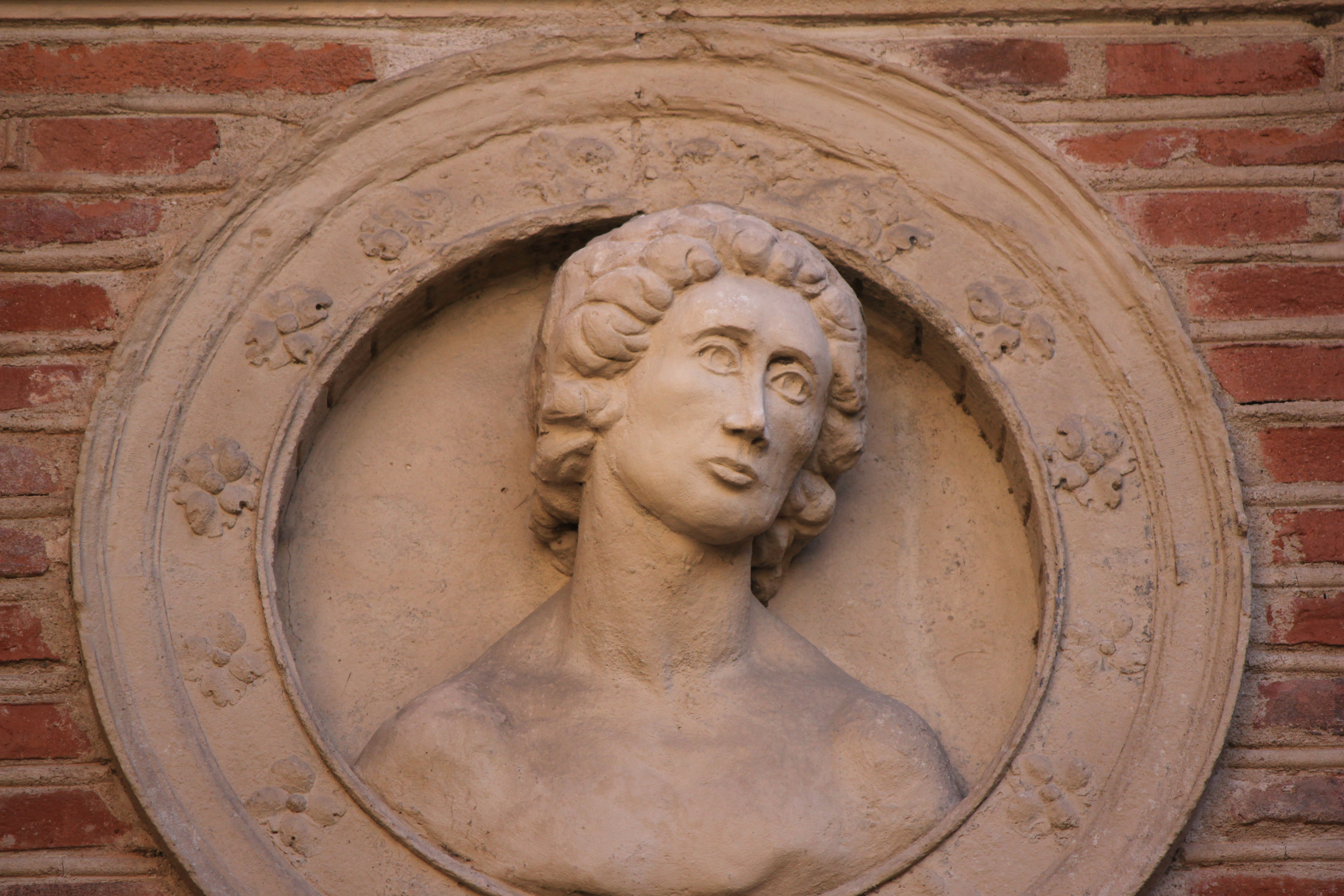
Hôtel du Vieux Raisin.
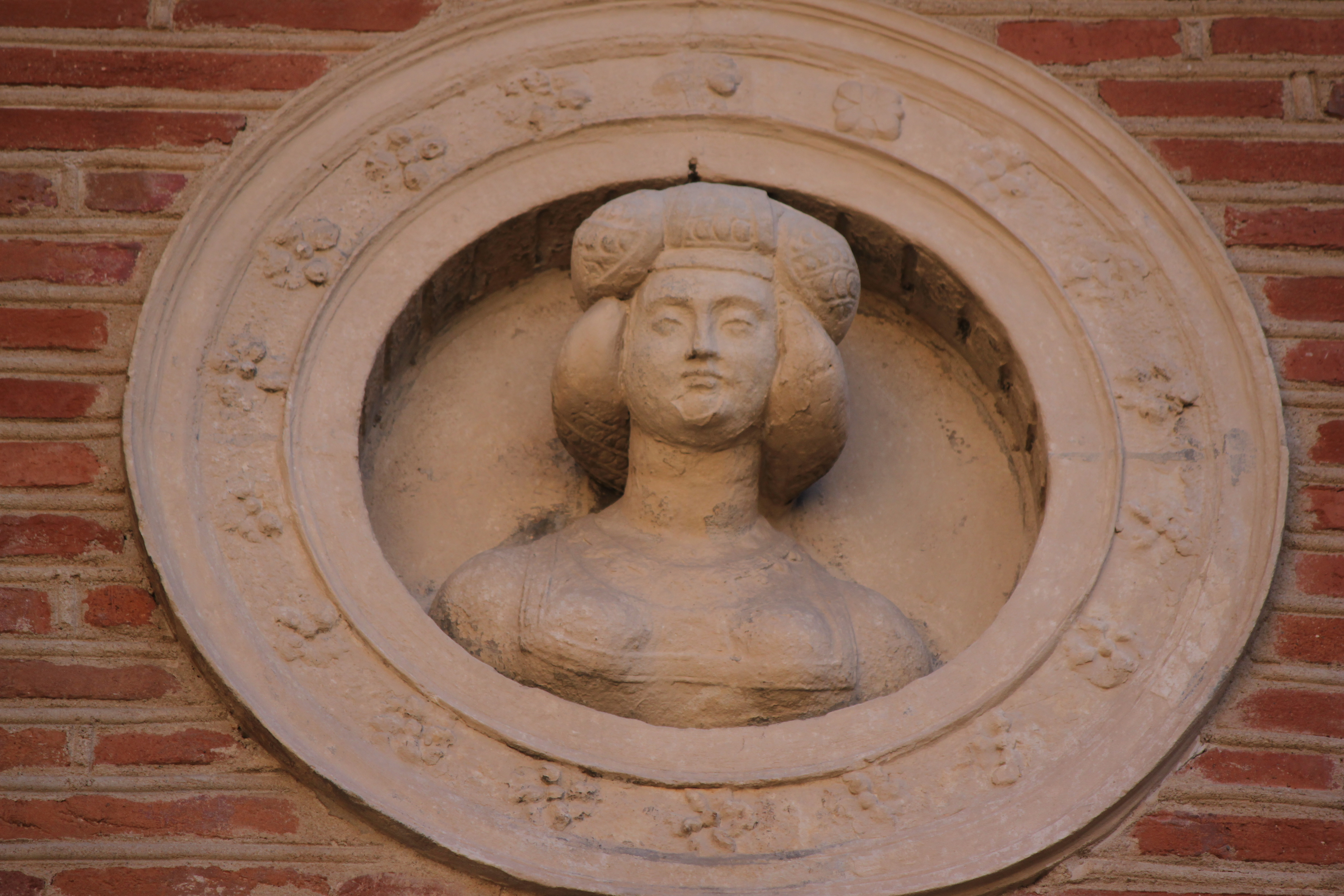
Hôtel du Vieux Raisin.
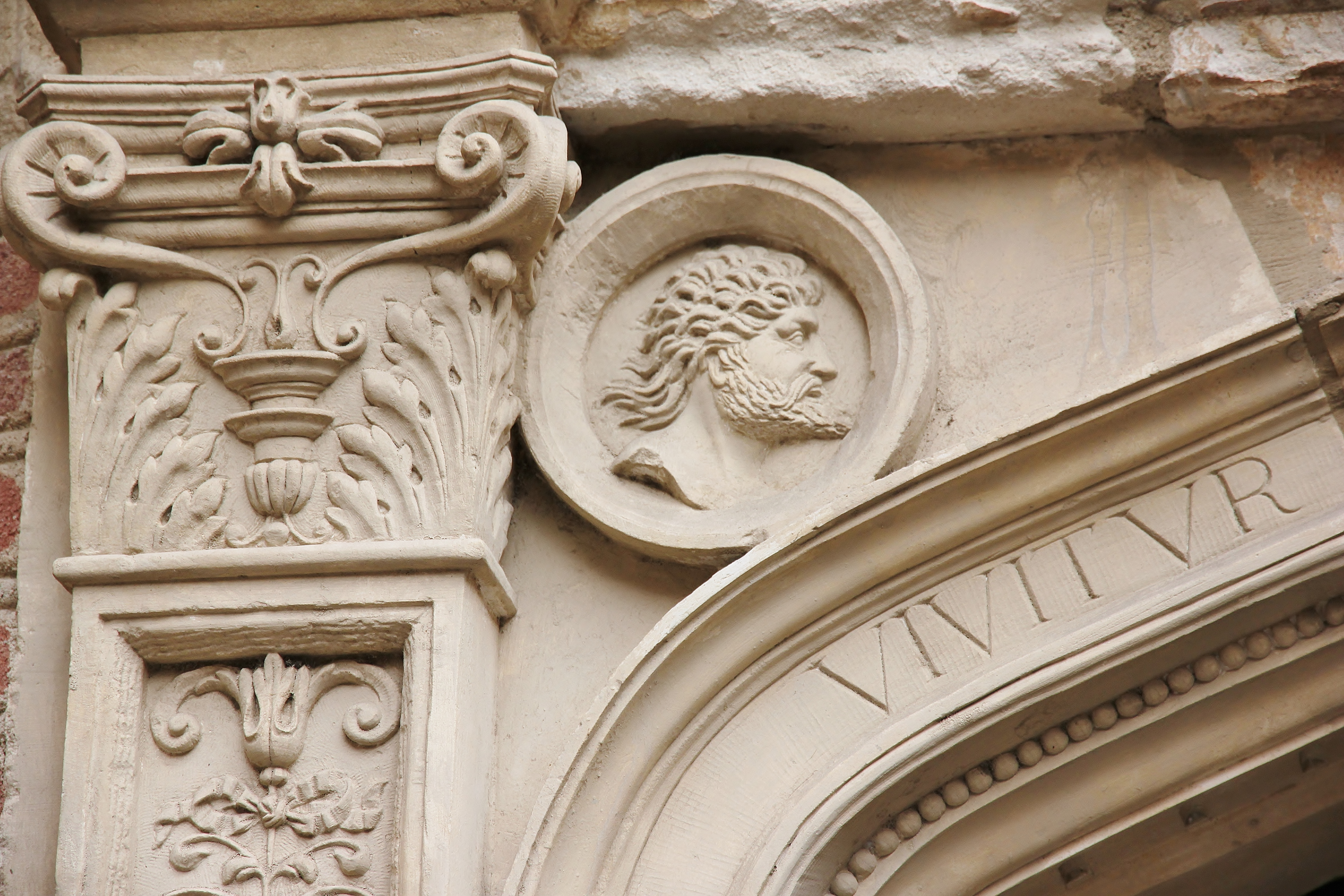
Hôtel du Vieux Raisin.
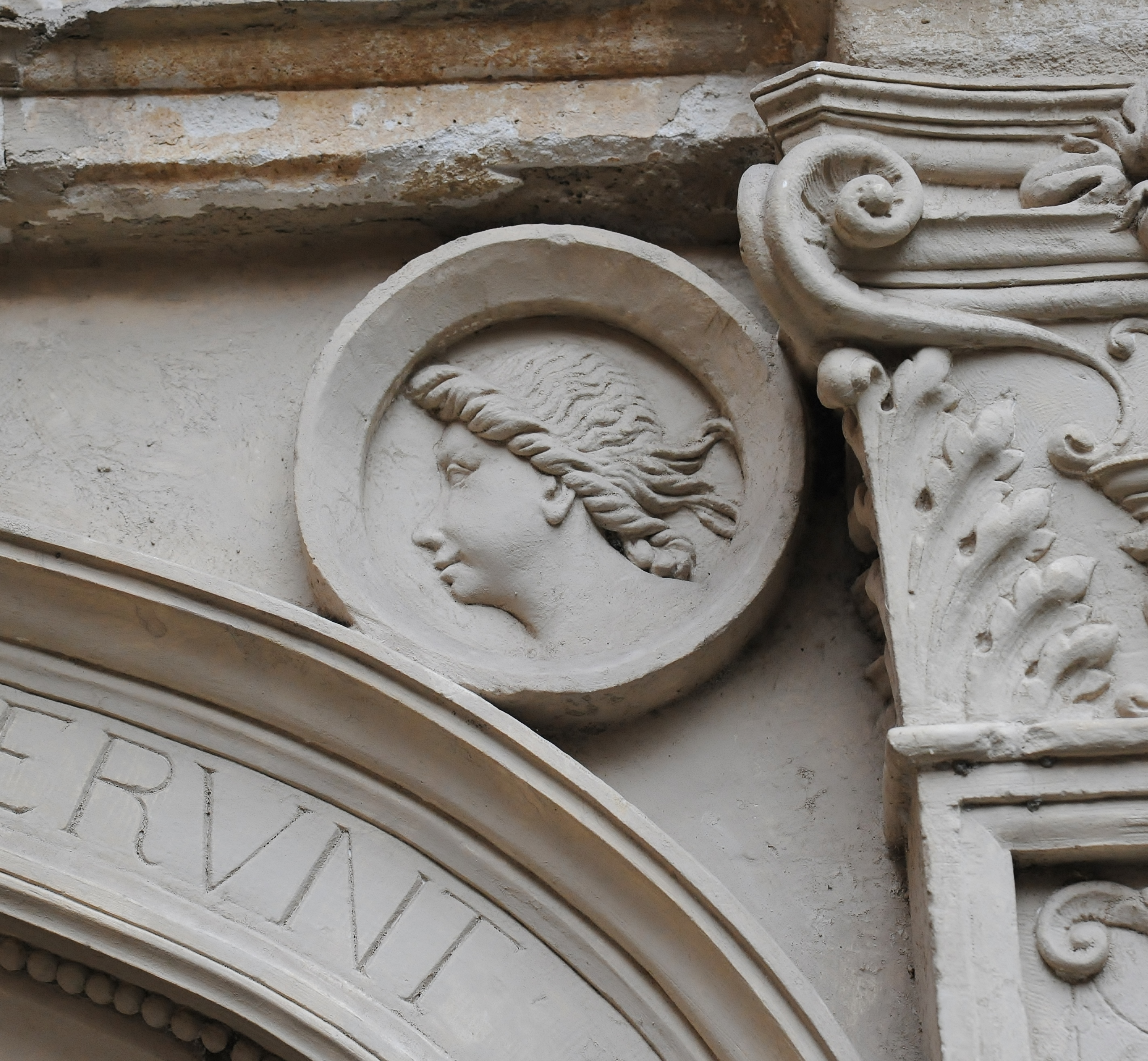
Hôtel du Vieux Raisin.
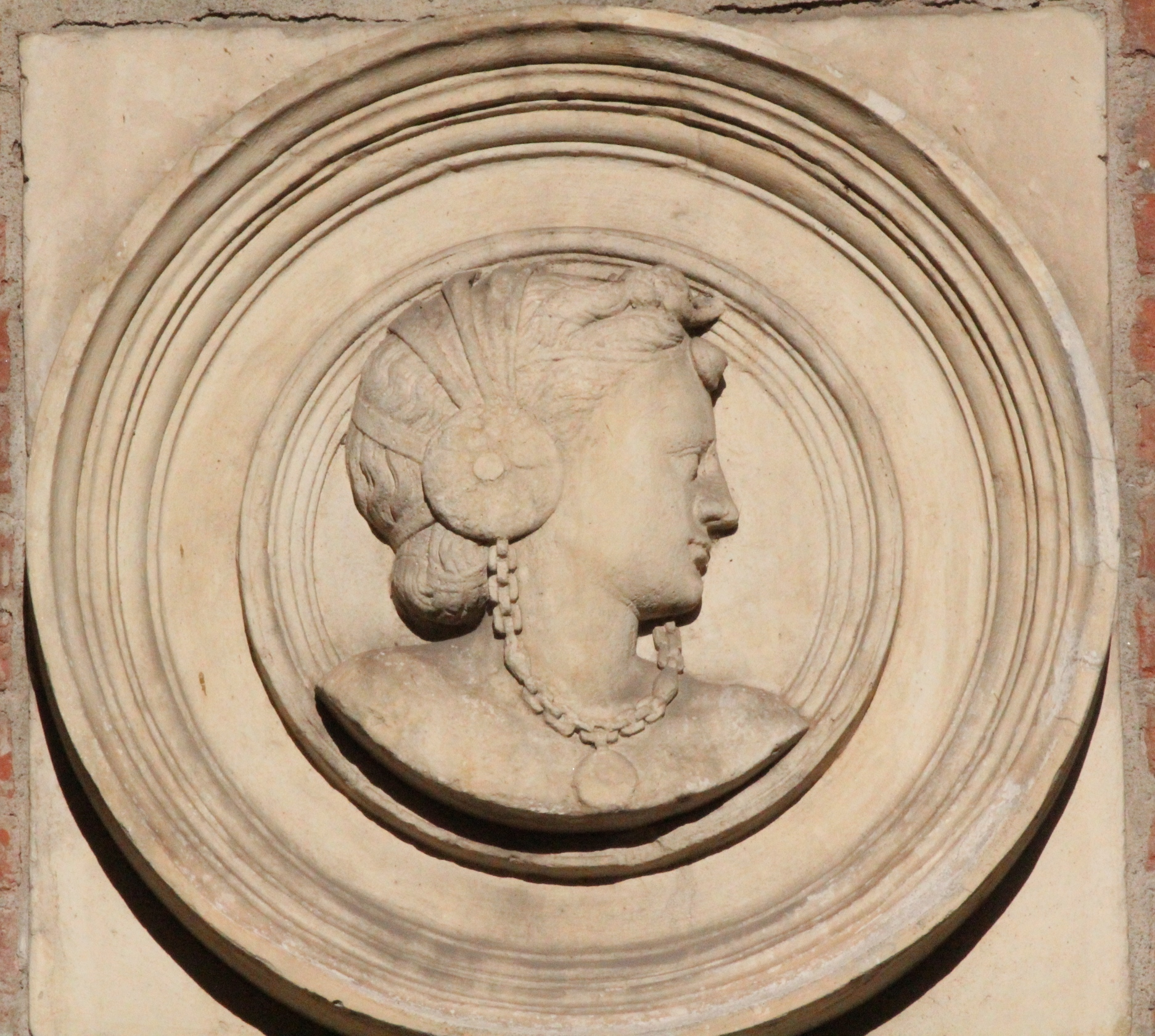
Hôtel de Pins.
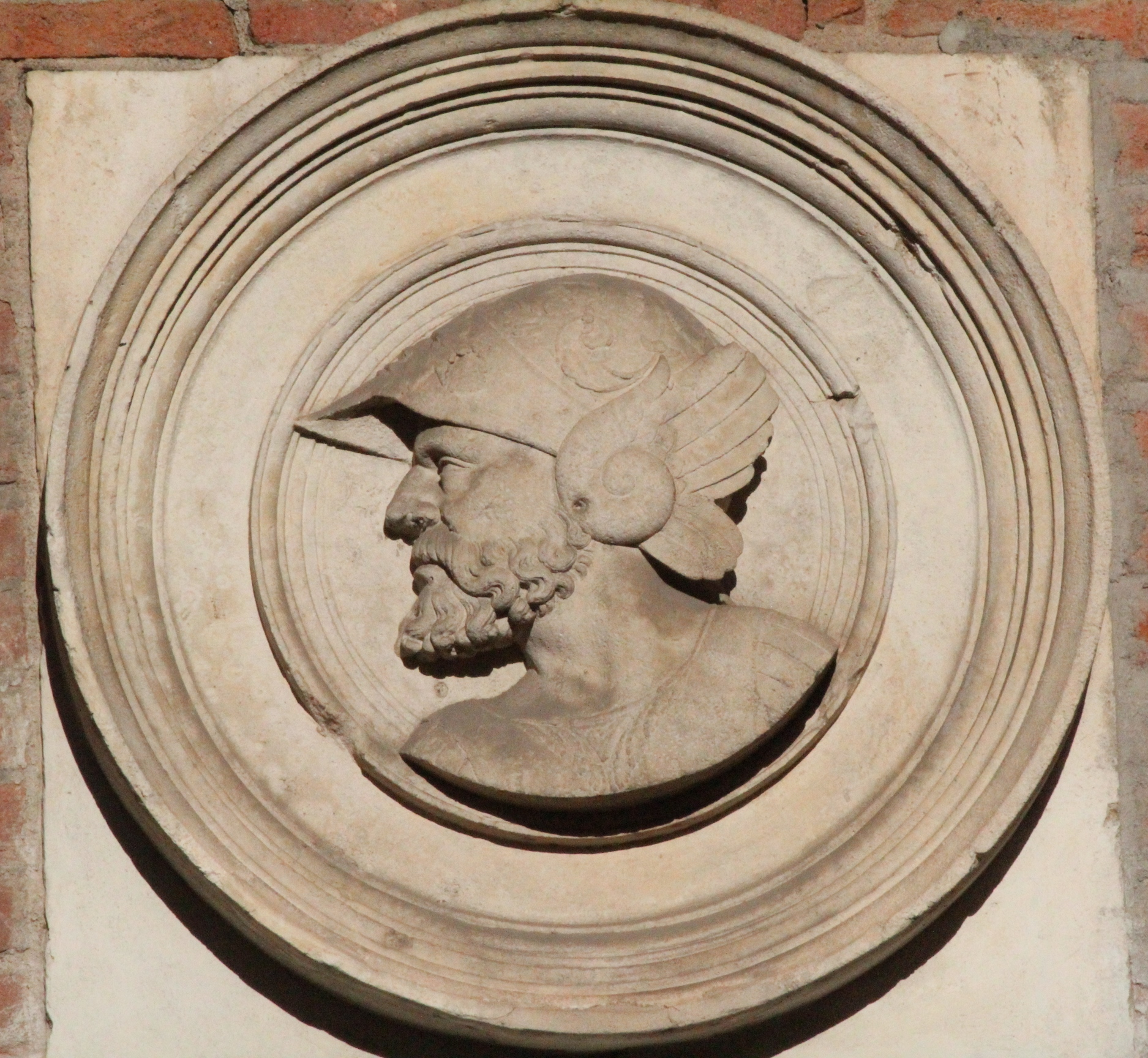
Hôtel de Pins.
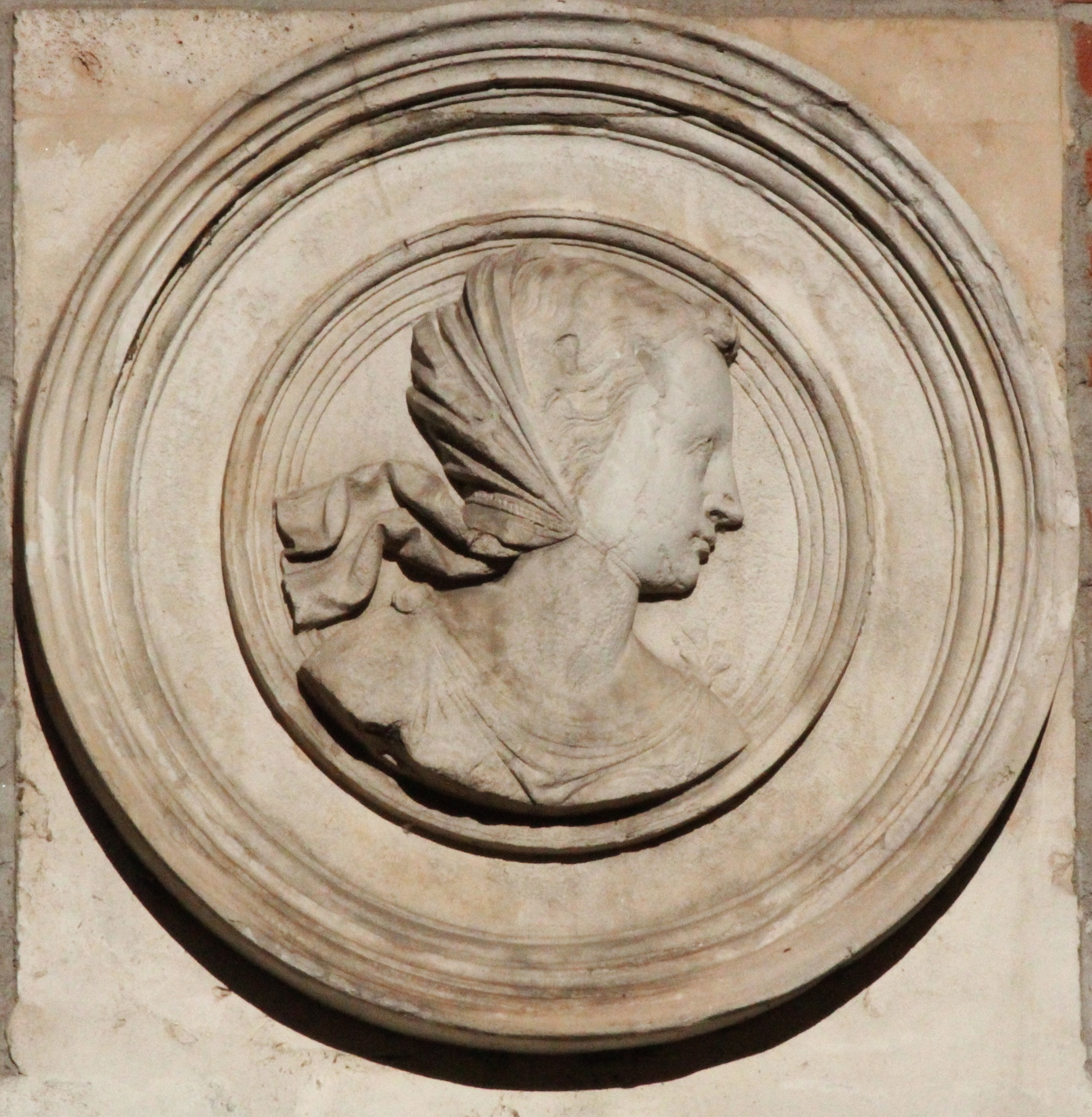
Hôtel de Pins.
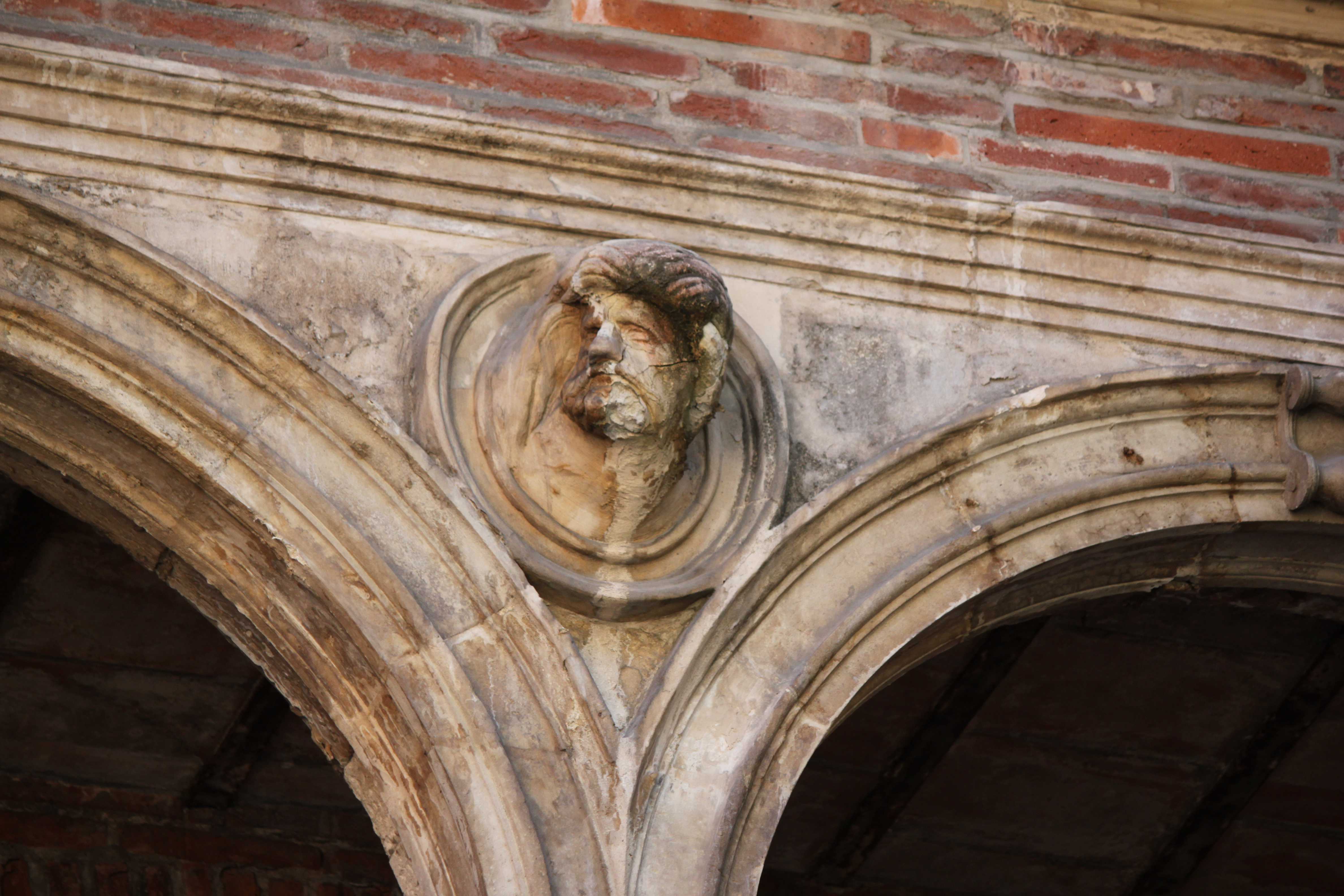
Hôtel de Pins.
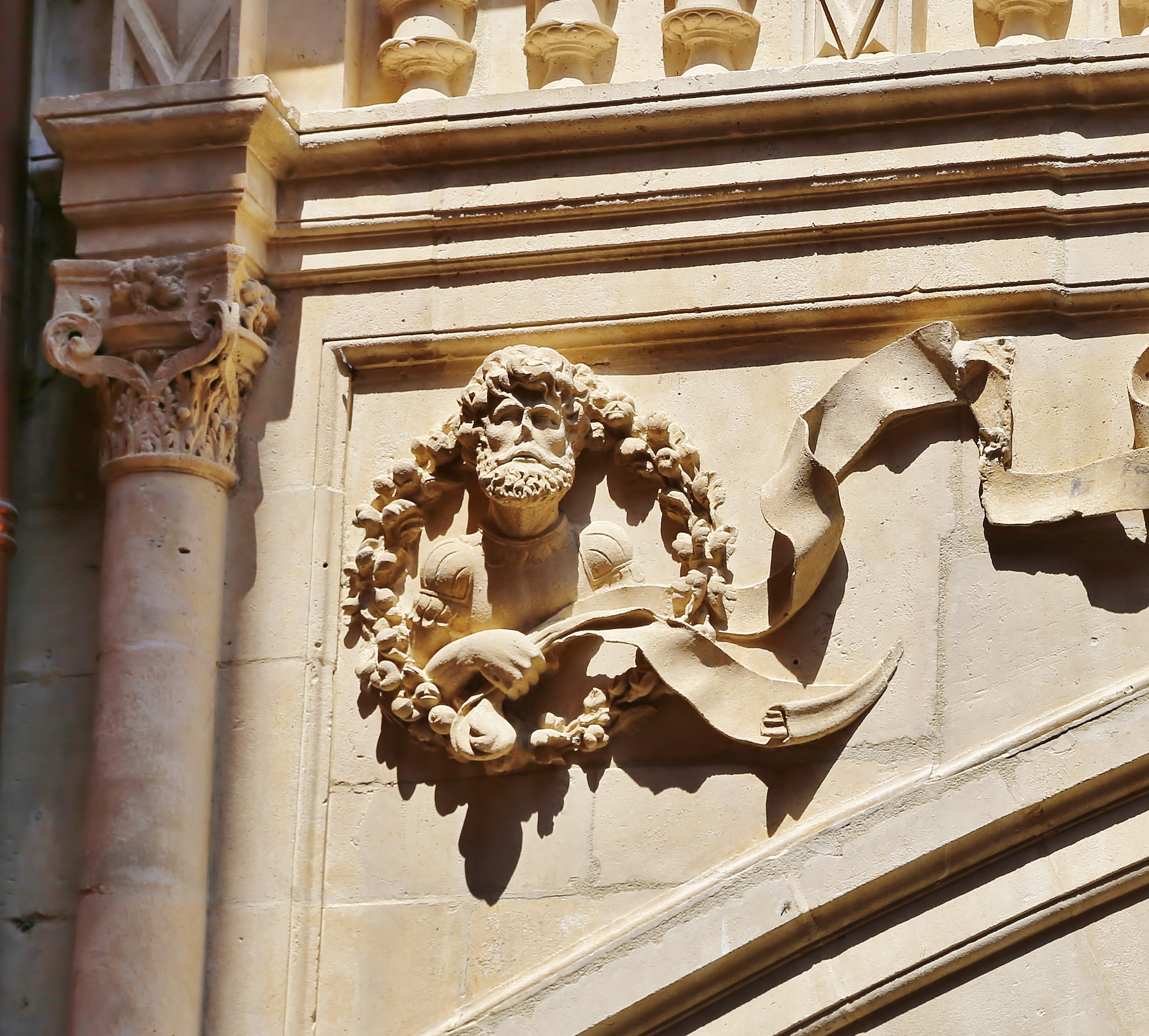
Hôtel de Bernuy (Louis Privat).
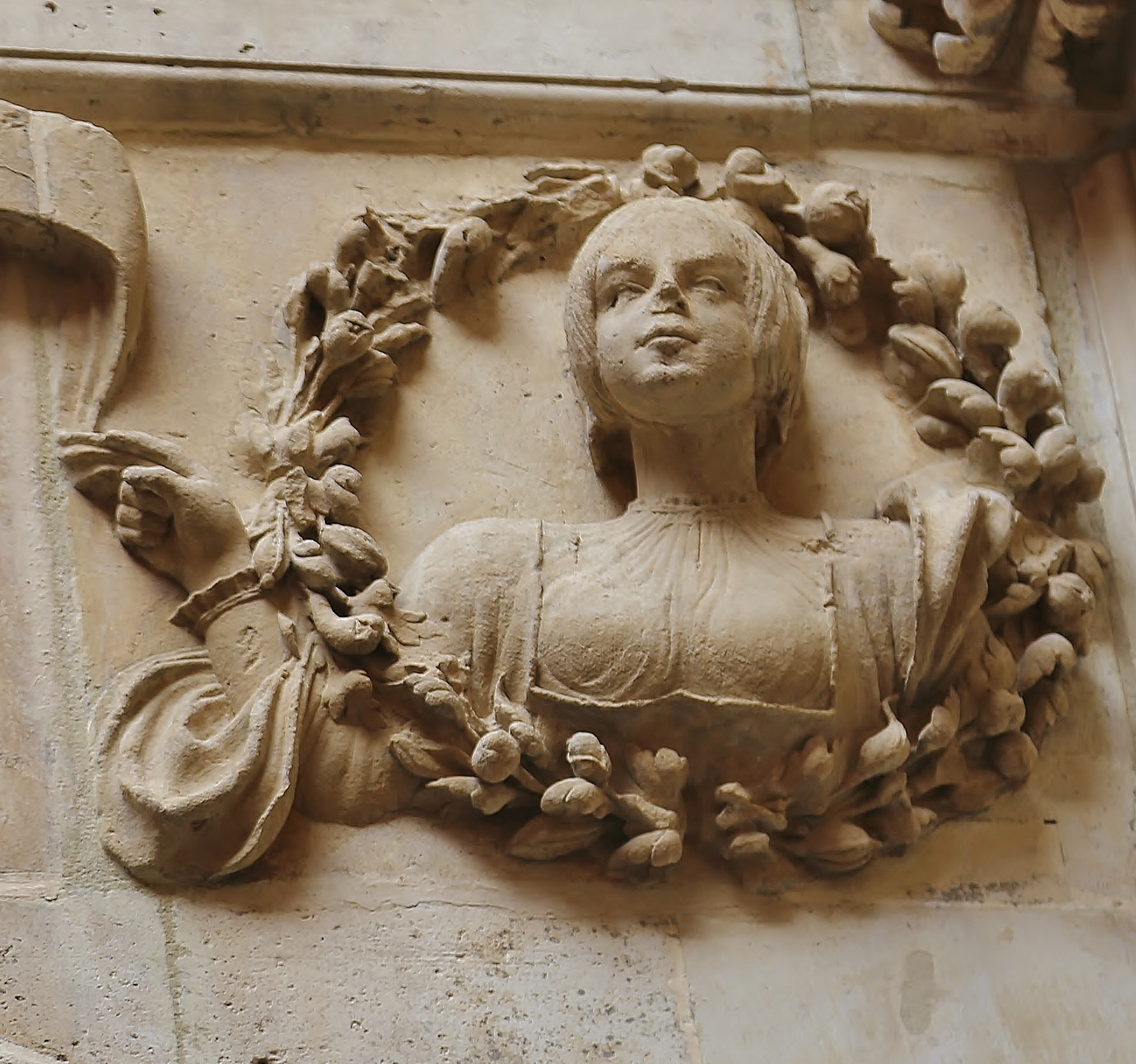
Hôtel de Bernuy (Louis Privat).
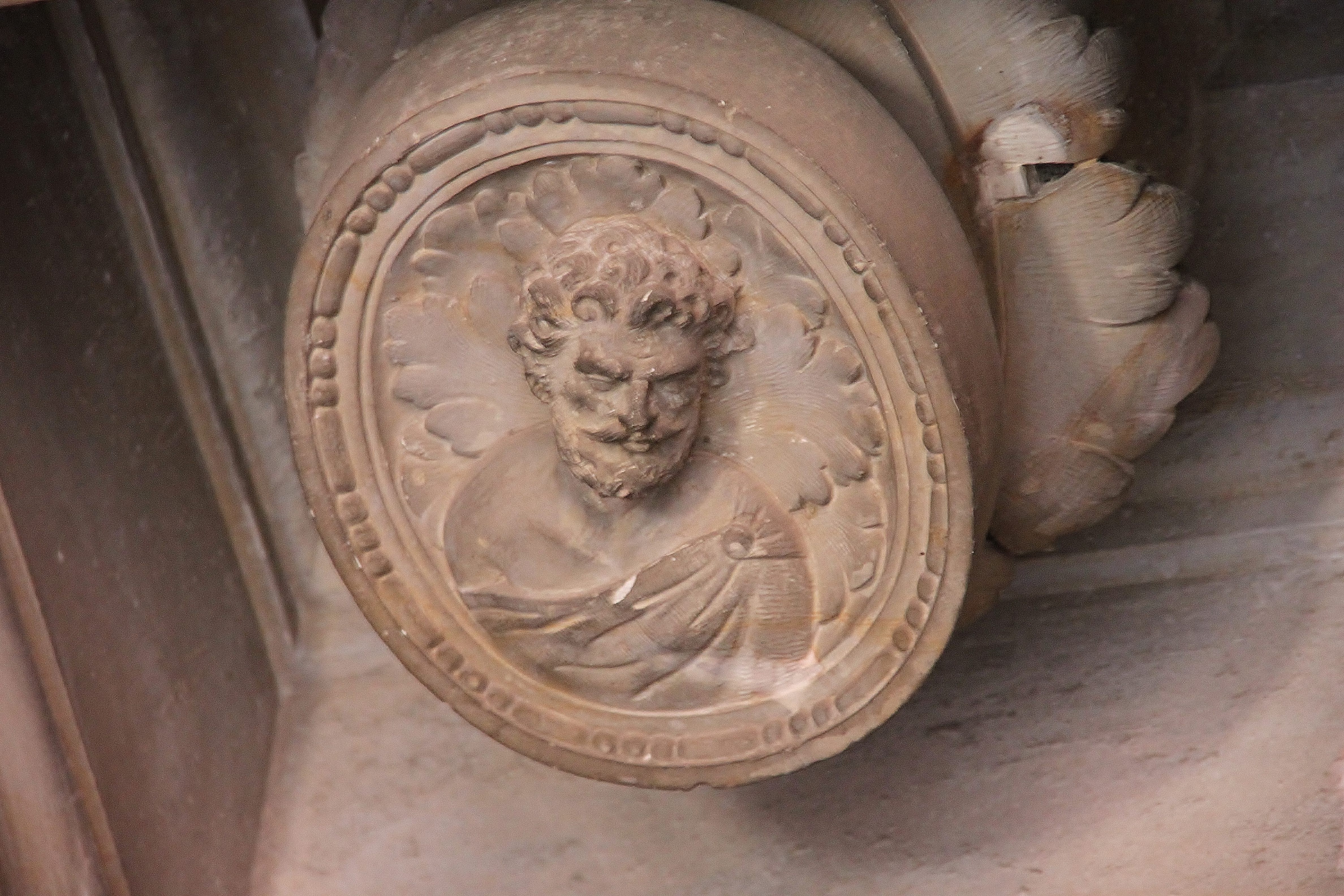
Hôtel de Bernuy (Louis Privat).
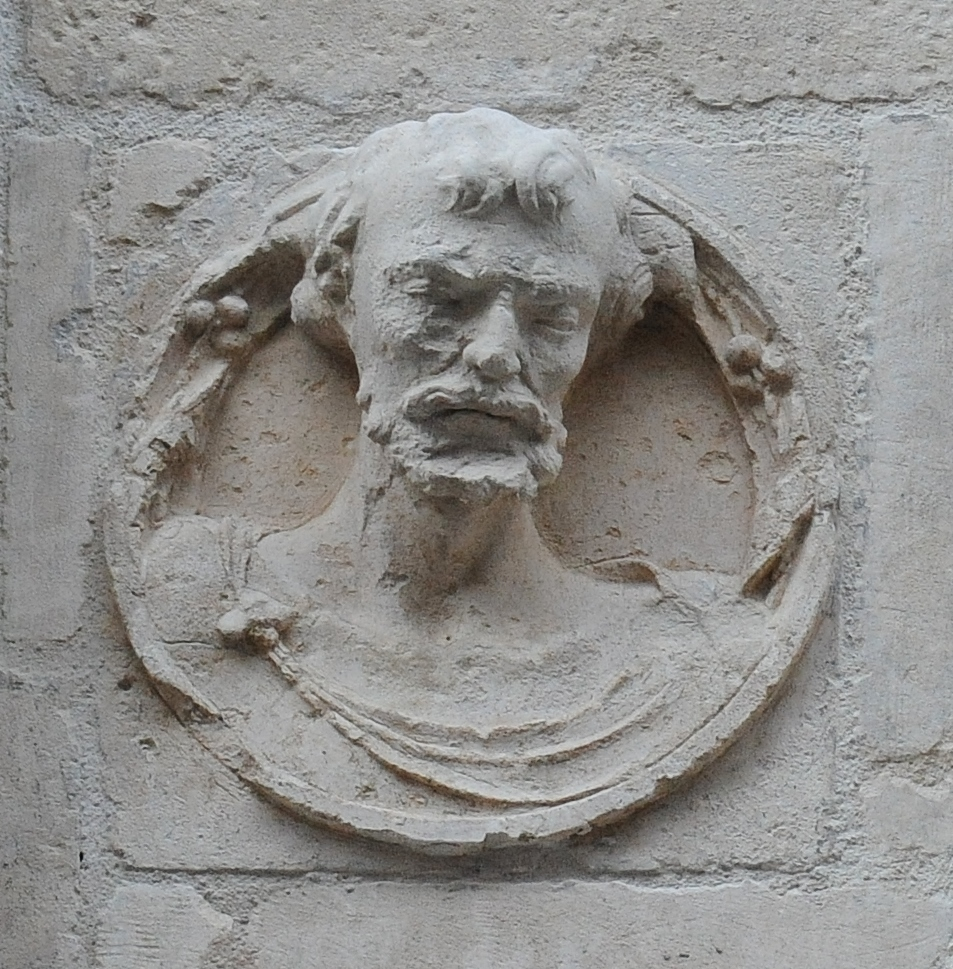
Hôtel de Bernuy (portail, Louis Privat).
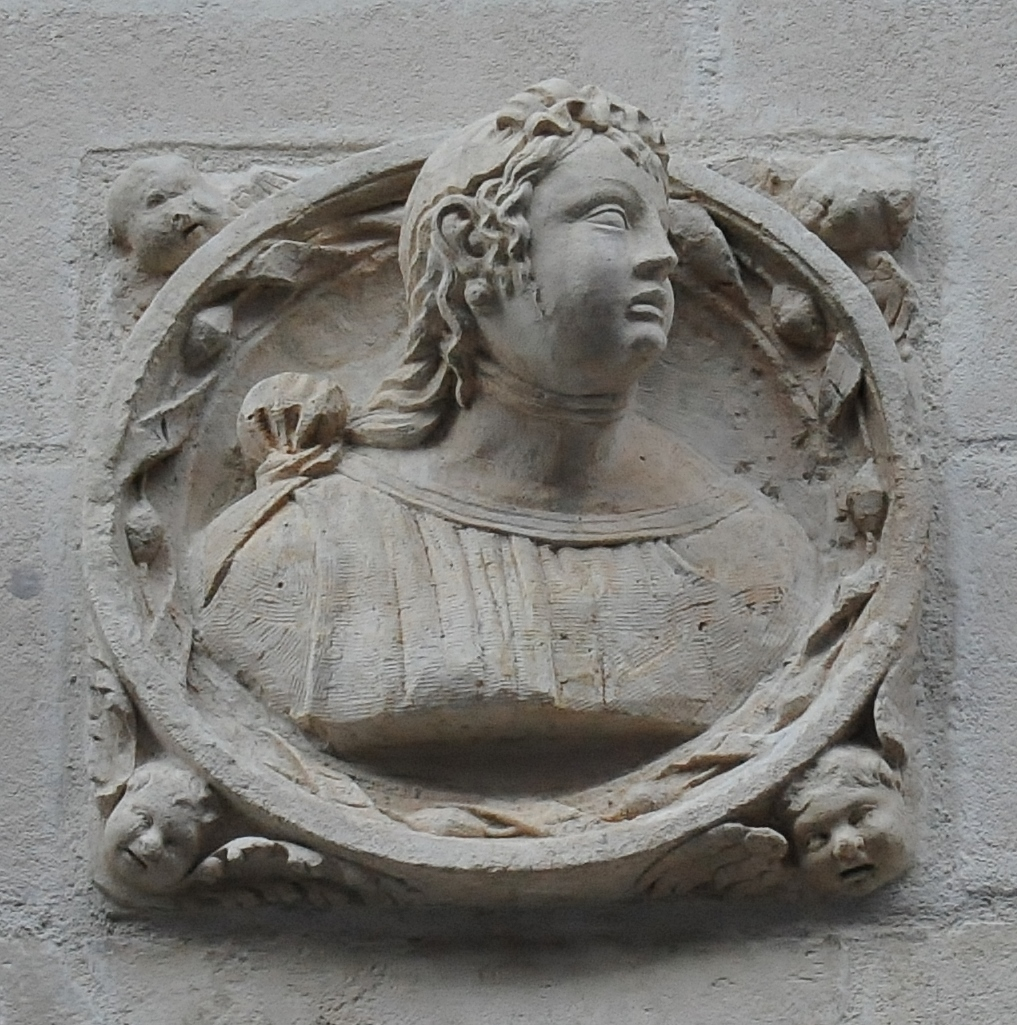
Hôtel de Bernuy (portail, Louis Privat).
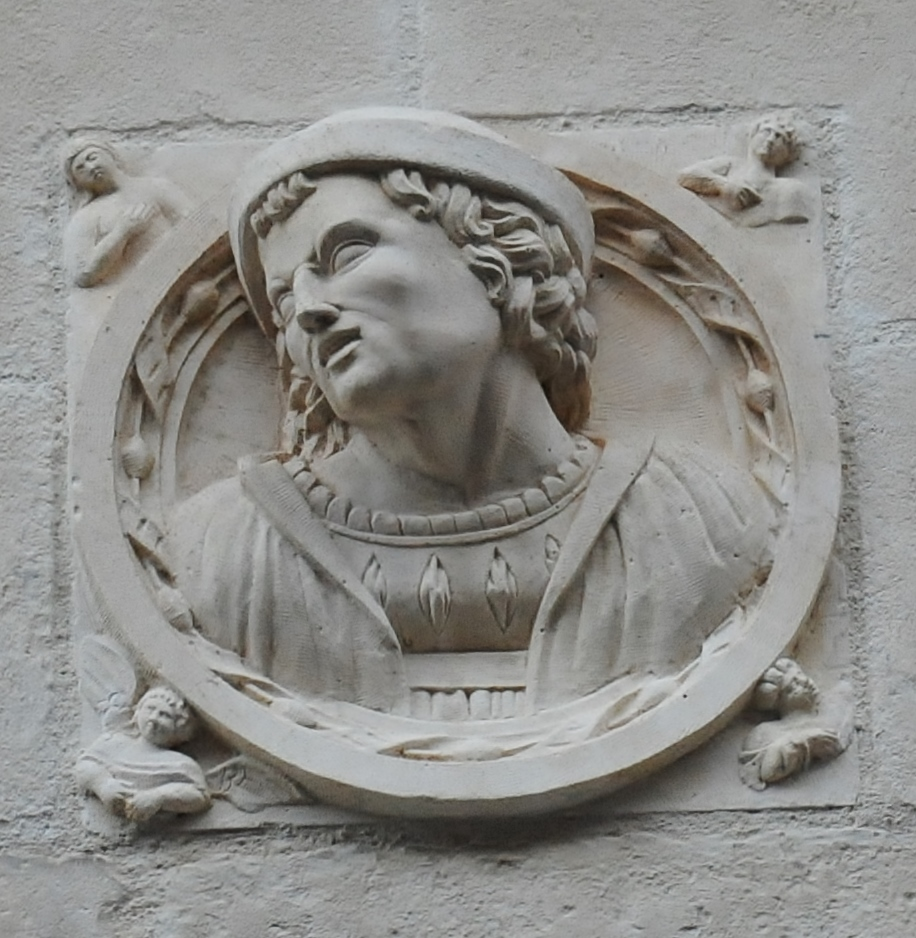
Hôtel de Bernuy (portail, Louis Privat).
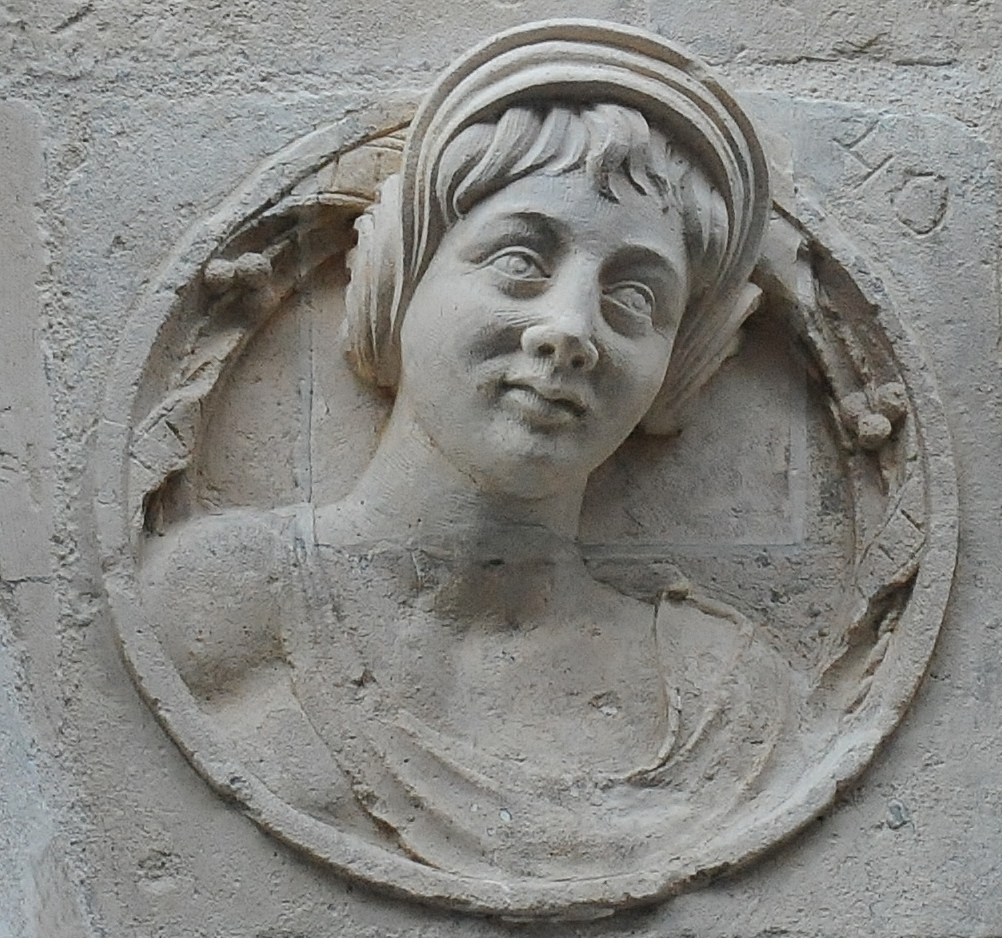
Hôtel de Bernuy (portail, Louis Privat).
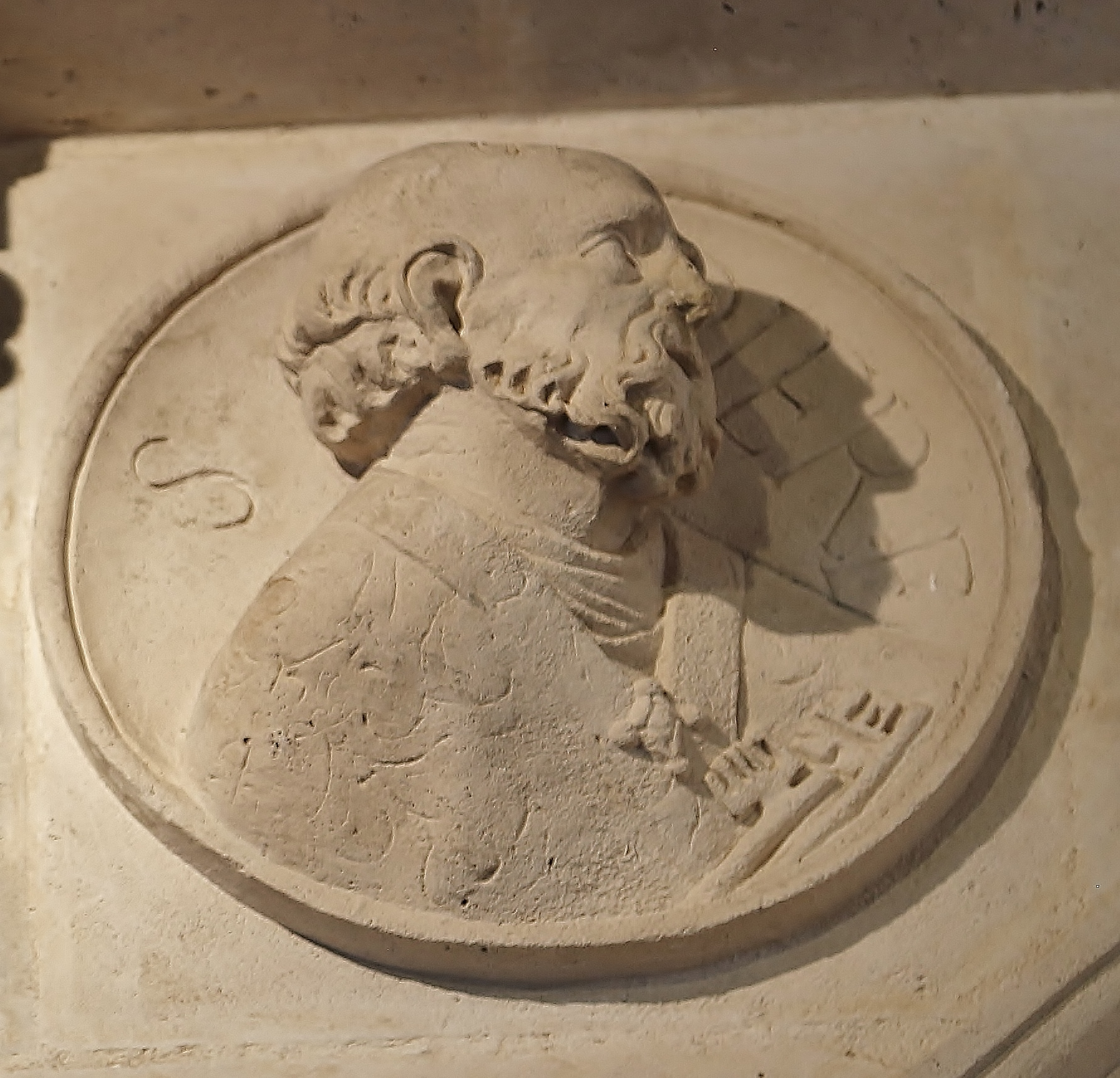
Cheminée de l'hôtel Tornié-Barrassy.
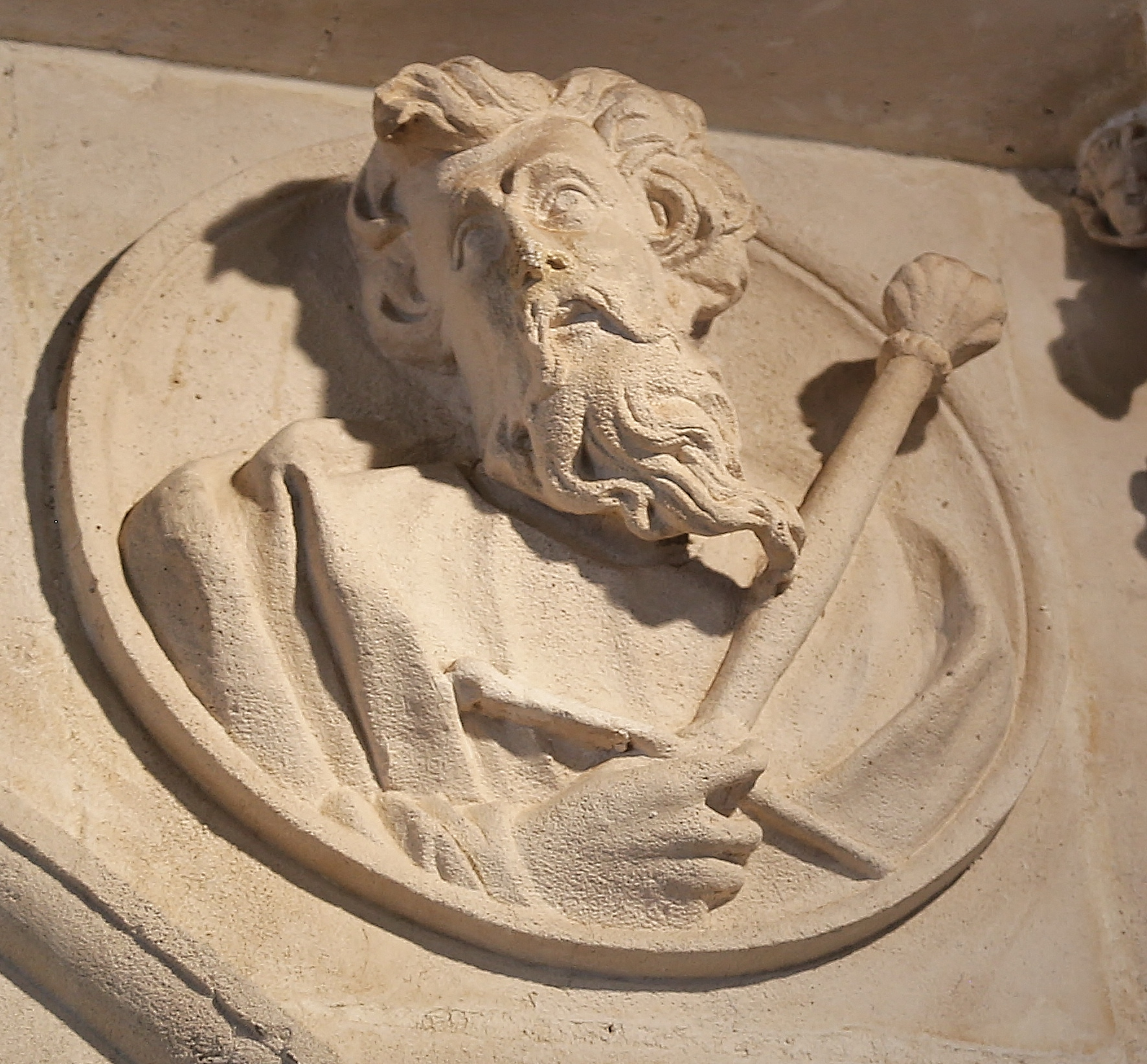
Cheminée de l'hôtel Tornié-Barrassy.
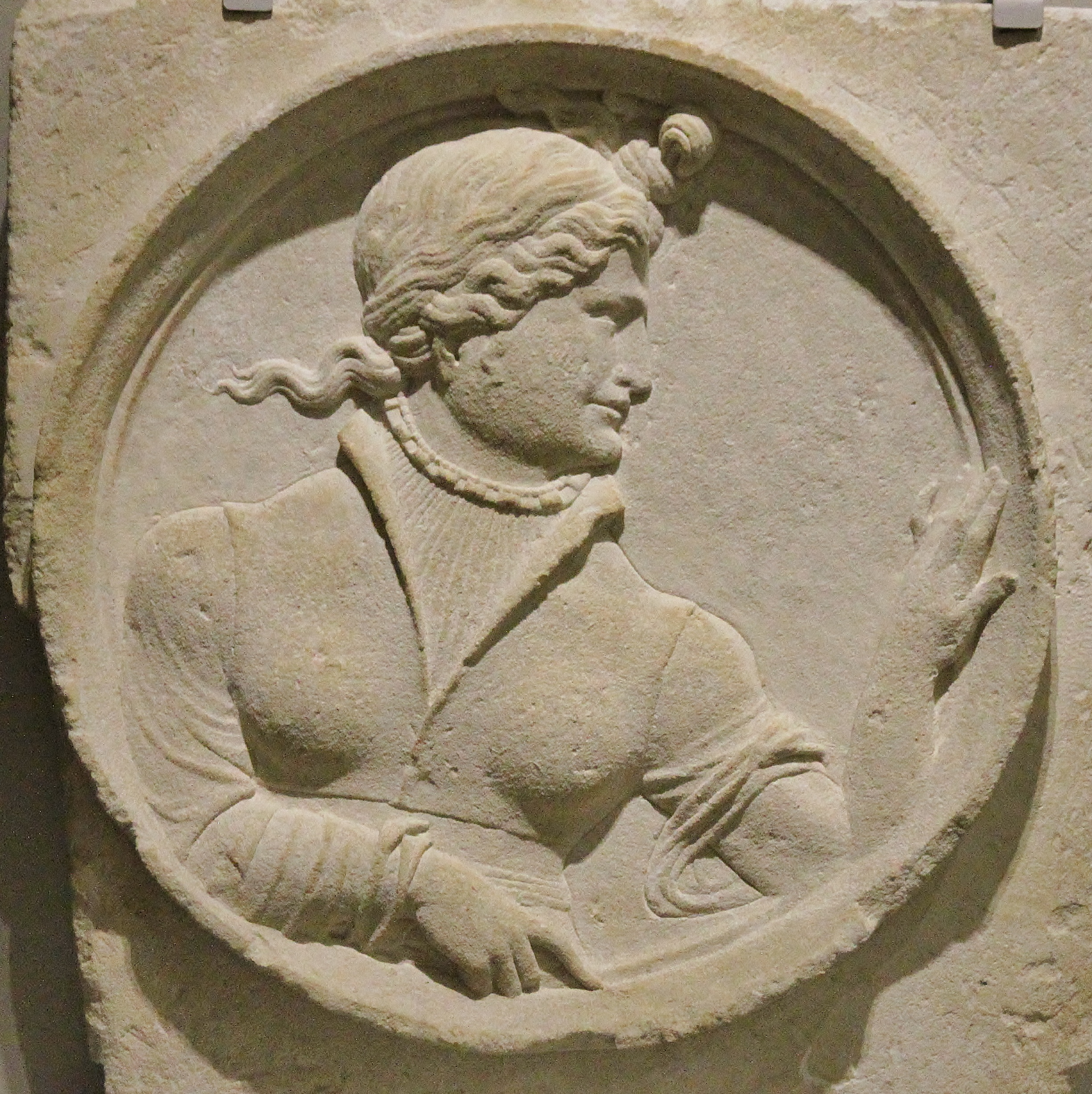
Chapelle des consistoires (détruite, Louis Privat).
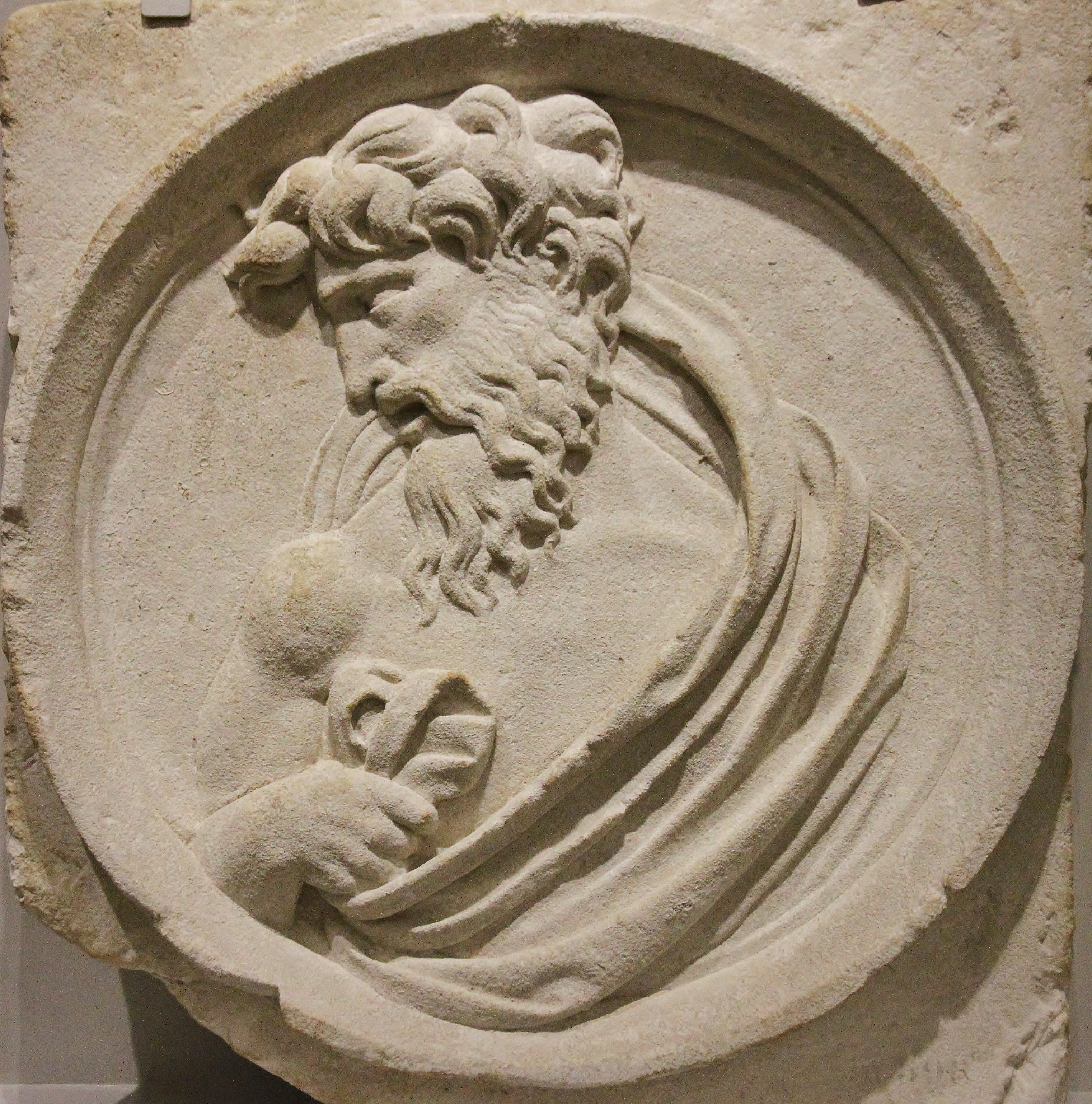
Chapelle des consistoires (détruite, Louis Privat).
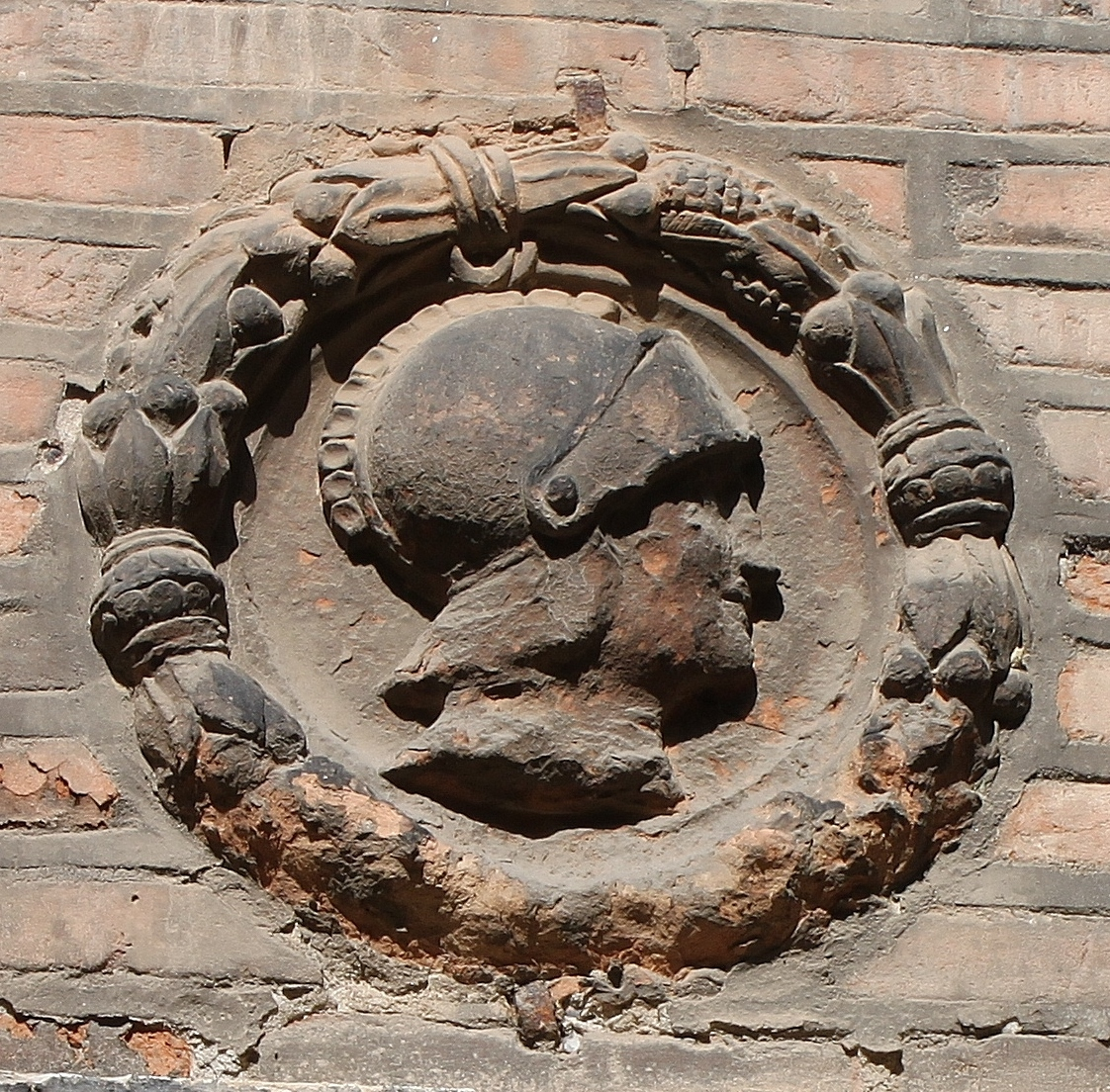
Hôtel d'Ulmo.
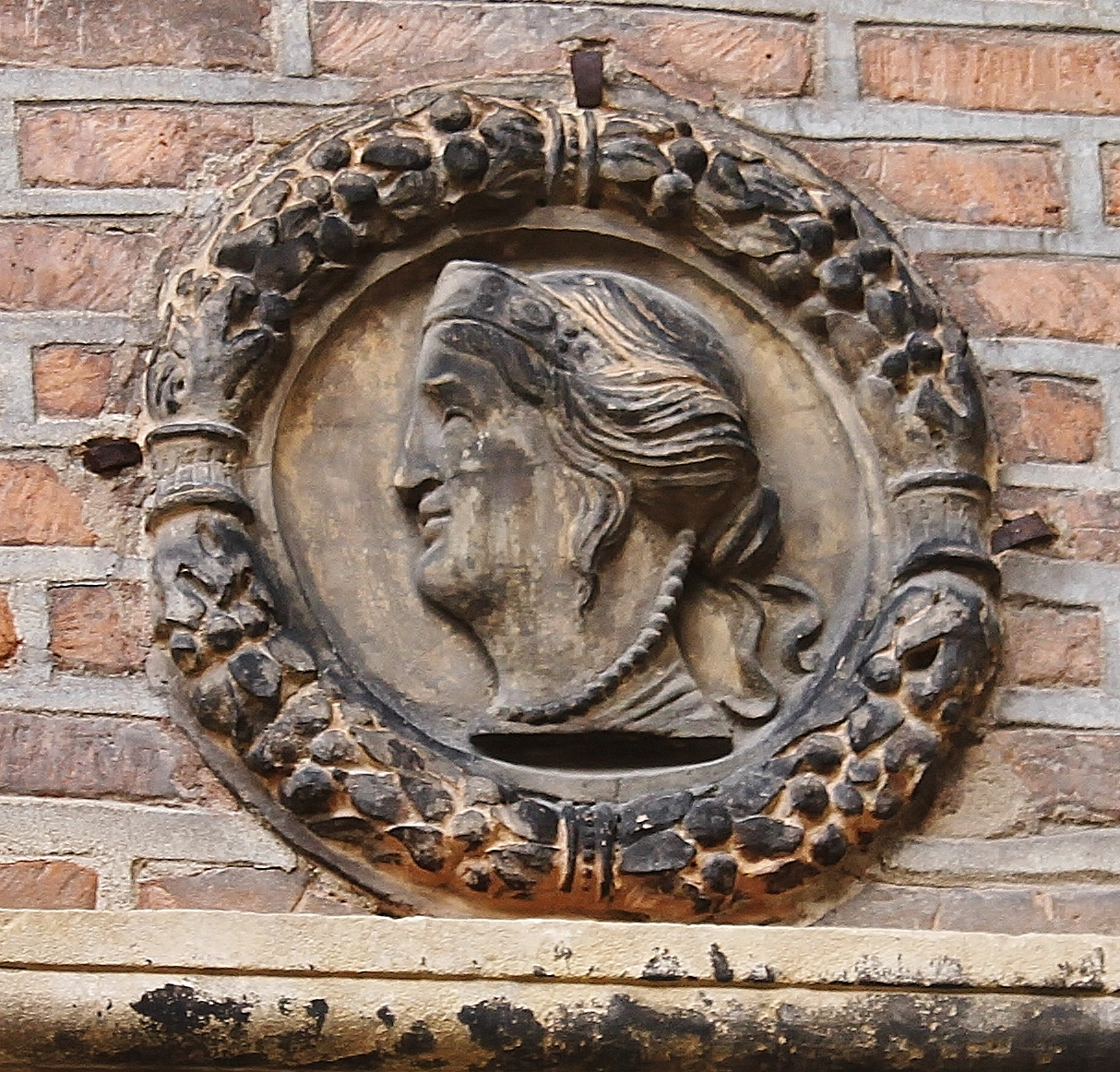
Hôtel d'Ulmo.
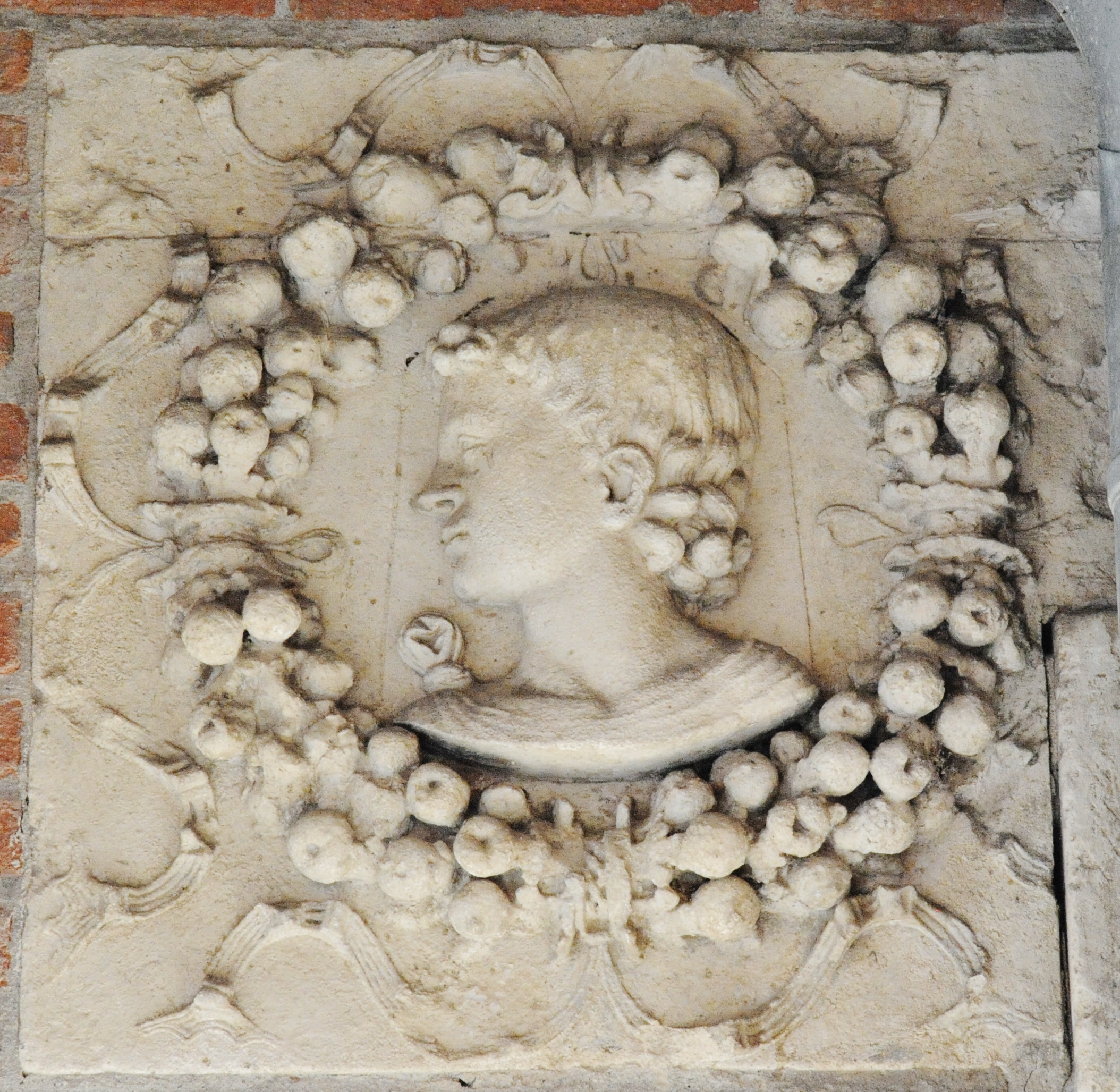
Hôtel de Pins (Nicolas Bachelier ?).
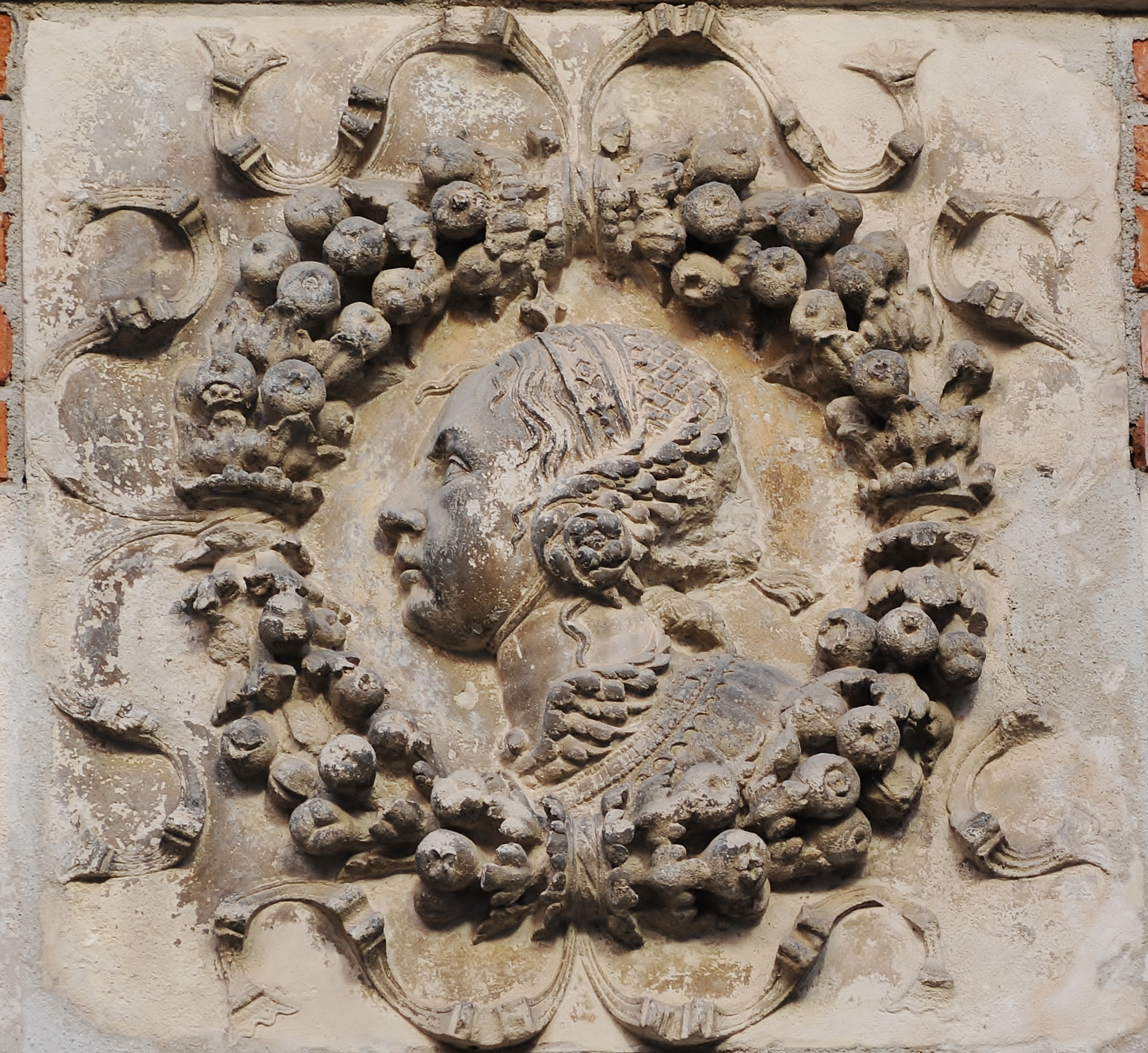
Hôtel Thomas de Montval (provenance : hôtel de Pins - Nicolas Bachelier).
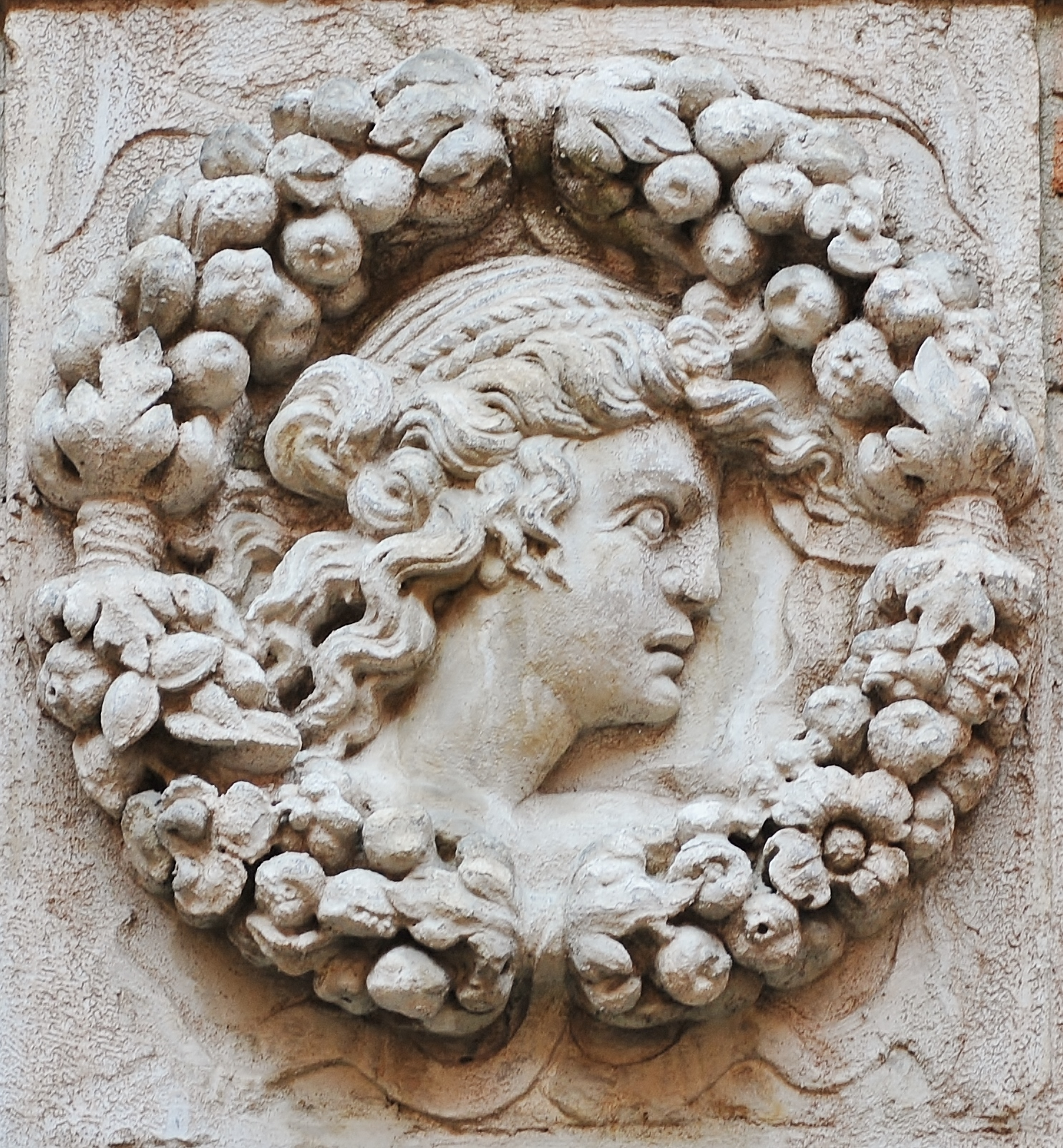
Hôtel Thomas de Montval (provenance : hôtel de Pins - Nicolas Bachelier).
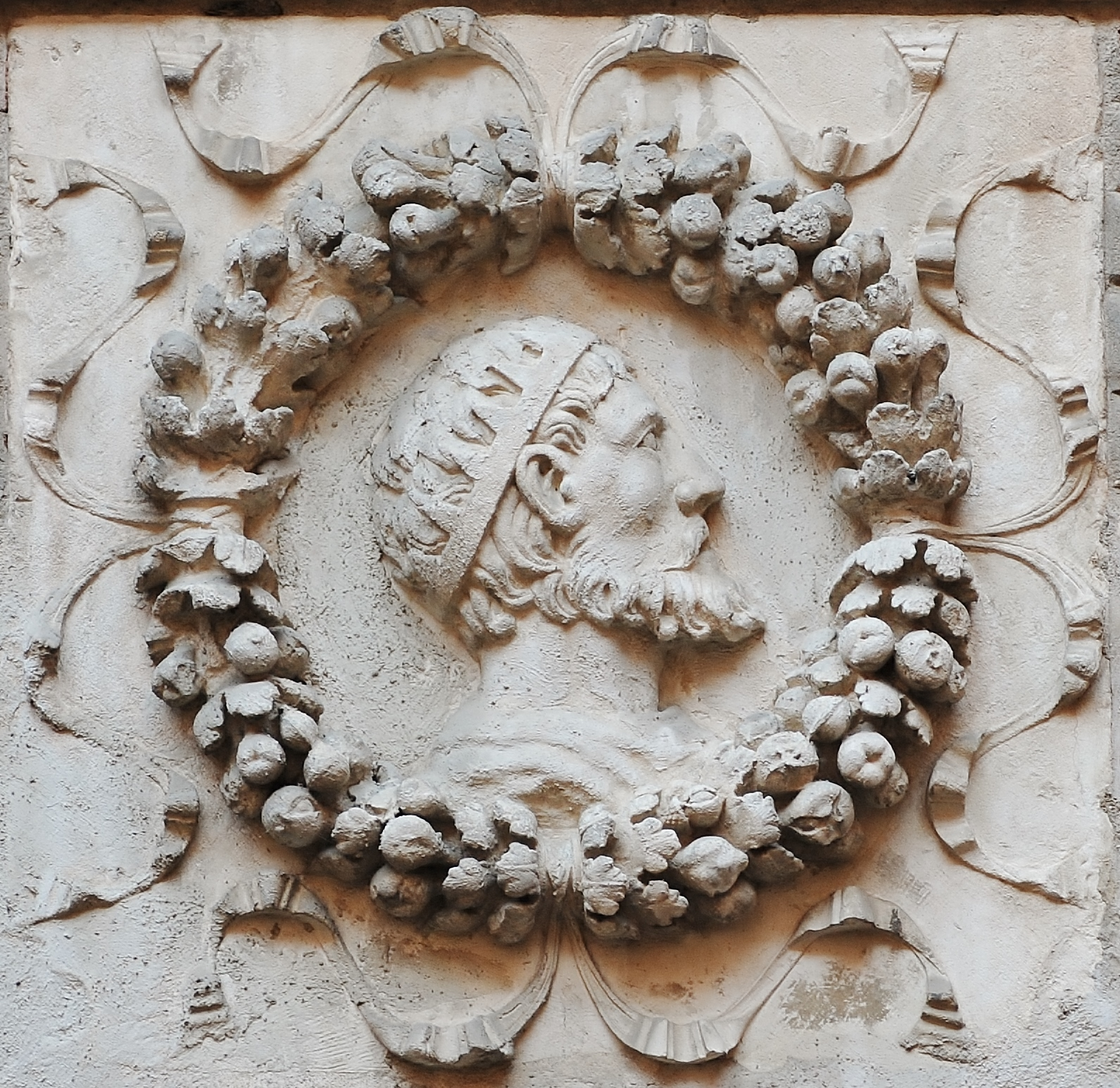
Hôtel Thomas de Montval (provenance : hôtel de Pins - Nicolas Bachelier).
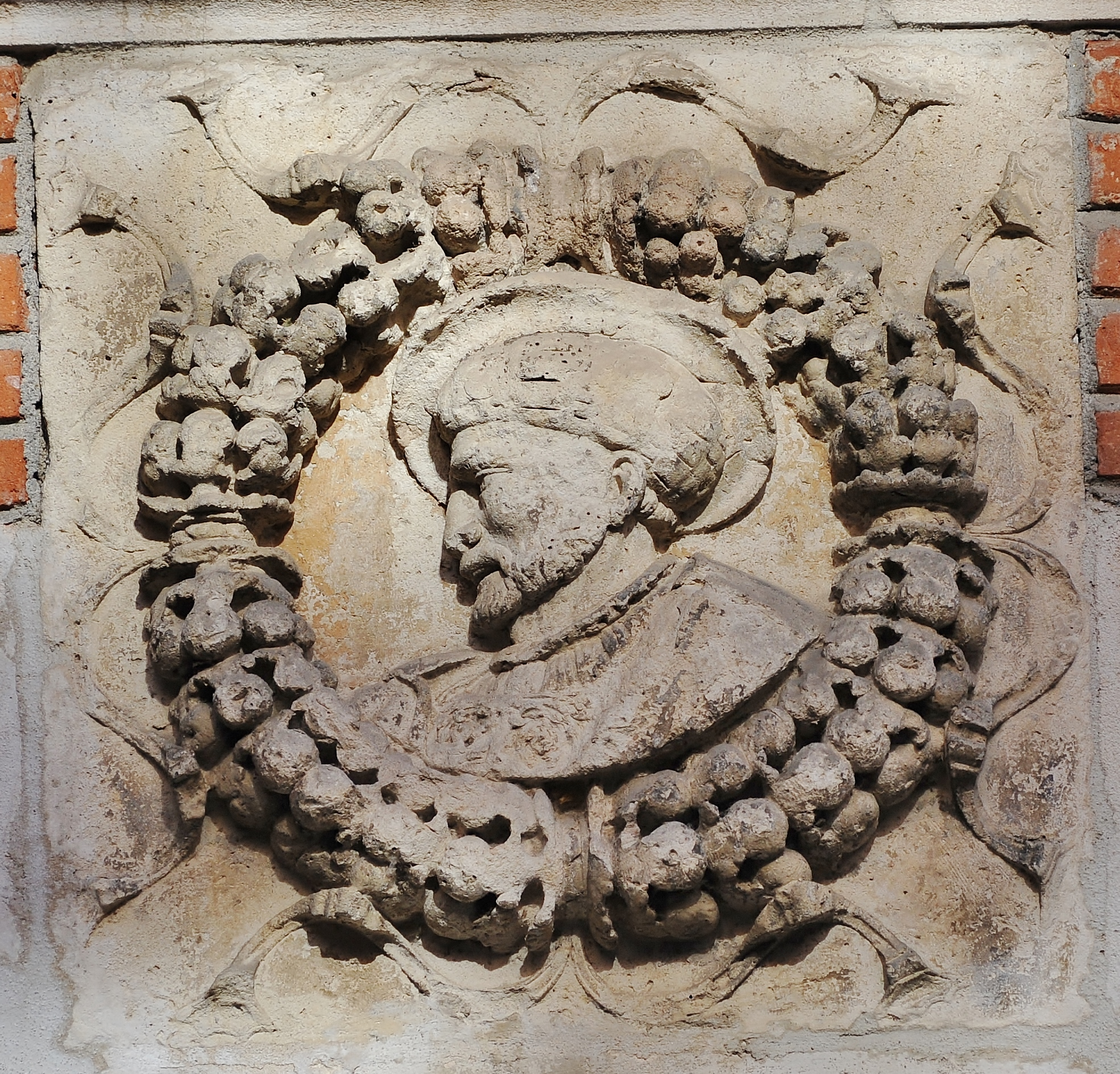
Hôtel Thomas de Montval (provenance : hôtel de Pins - Nicolas Bachelier).
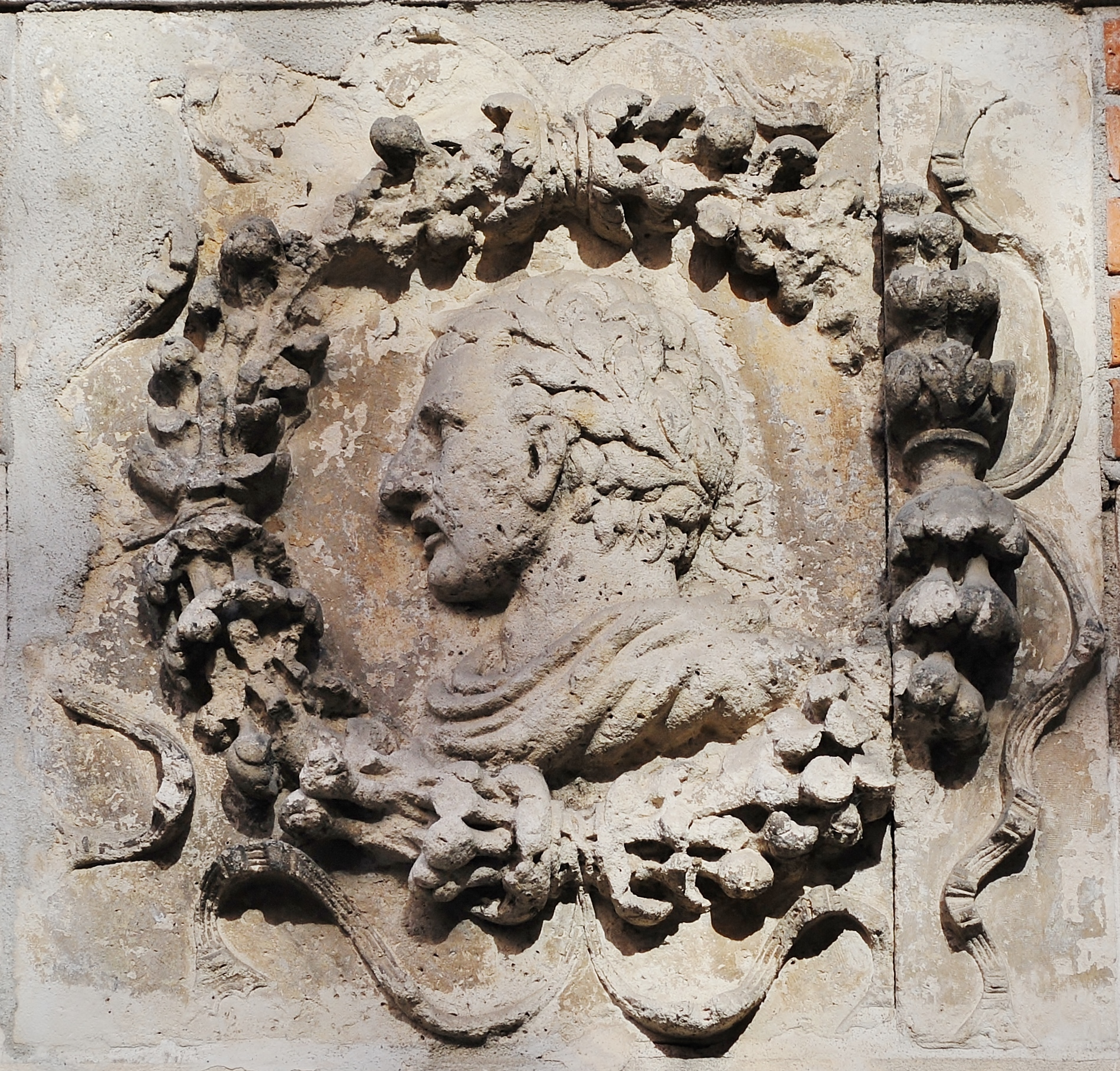
Hôtel Thomas de Montval (provenance : hôtel de Pins - Nicolas Bachelier).
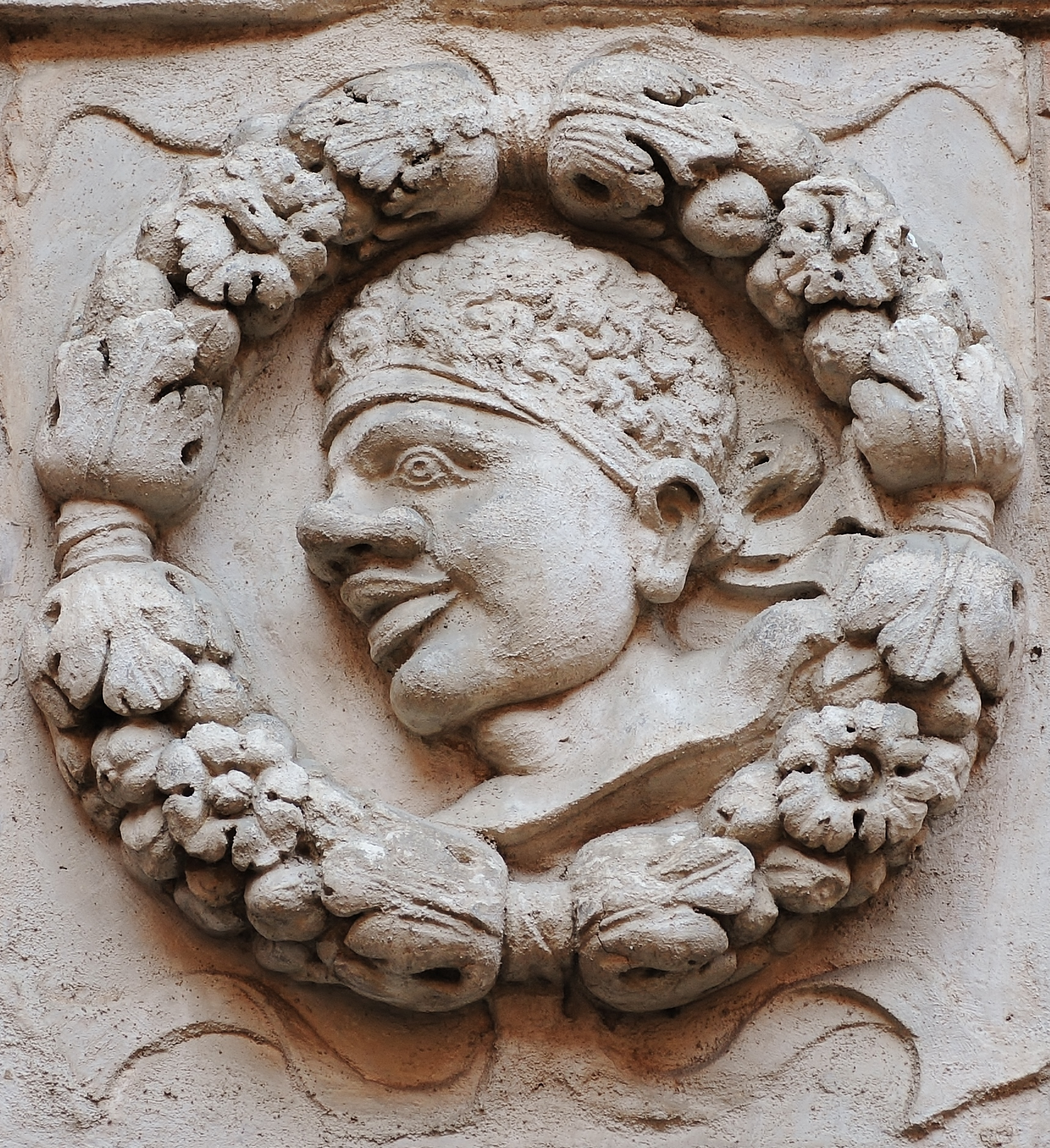
Hôtel Thomas de Montval (provenance : hôtel de Pins - Nicolas Bachelier).
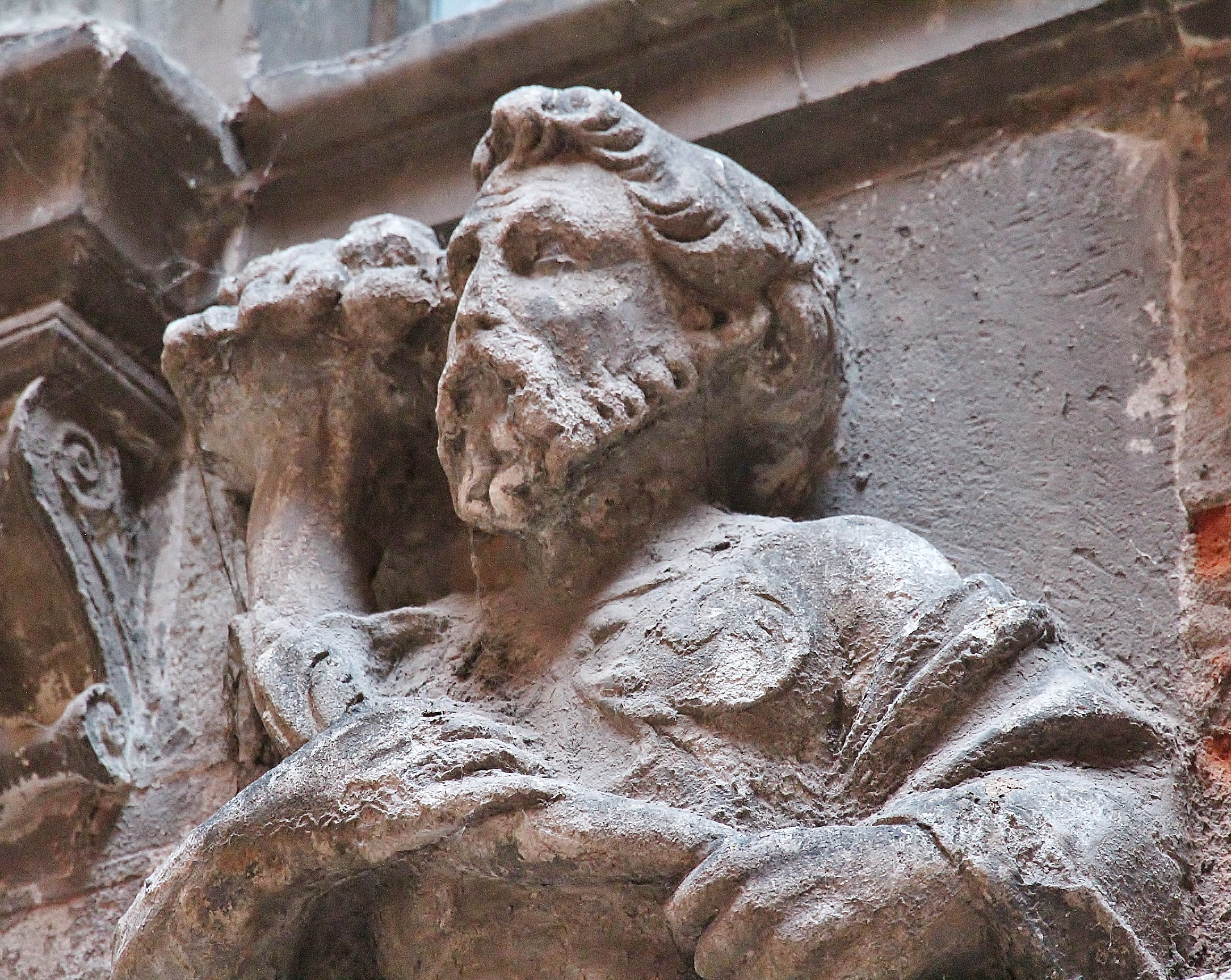
Buste à l'hôtel de Brucelles.
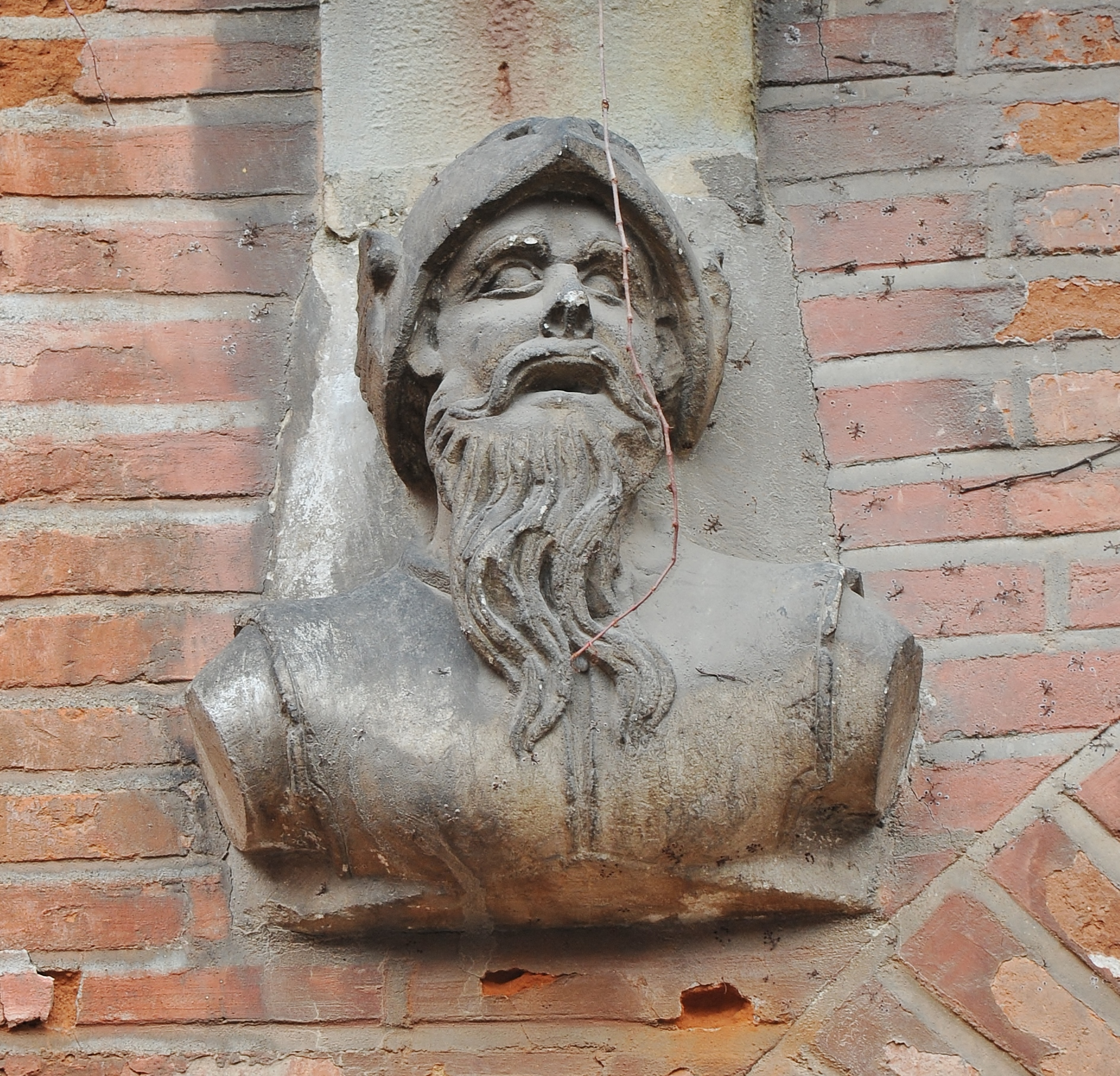
Buste à l'hôtel Pierre de Saint-Etienne (remploi d'un bâtiment Renaissance précédent).
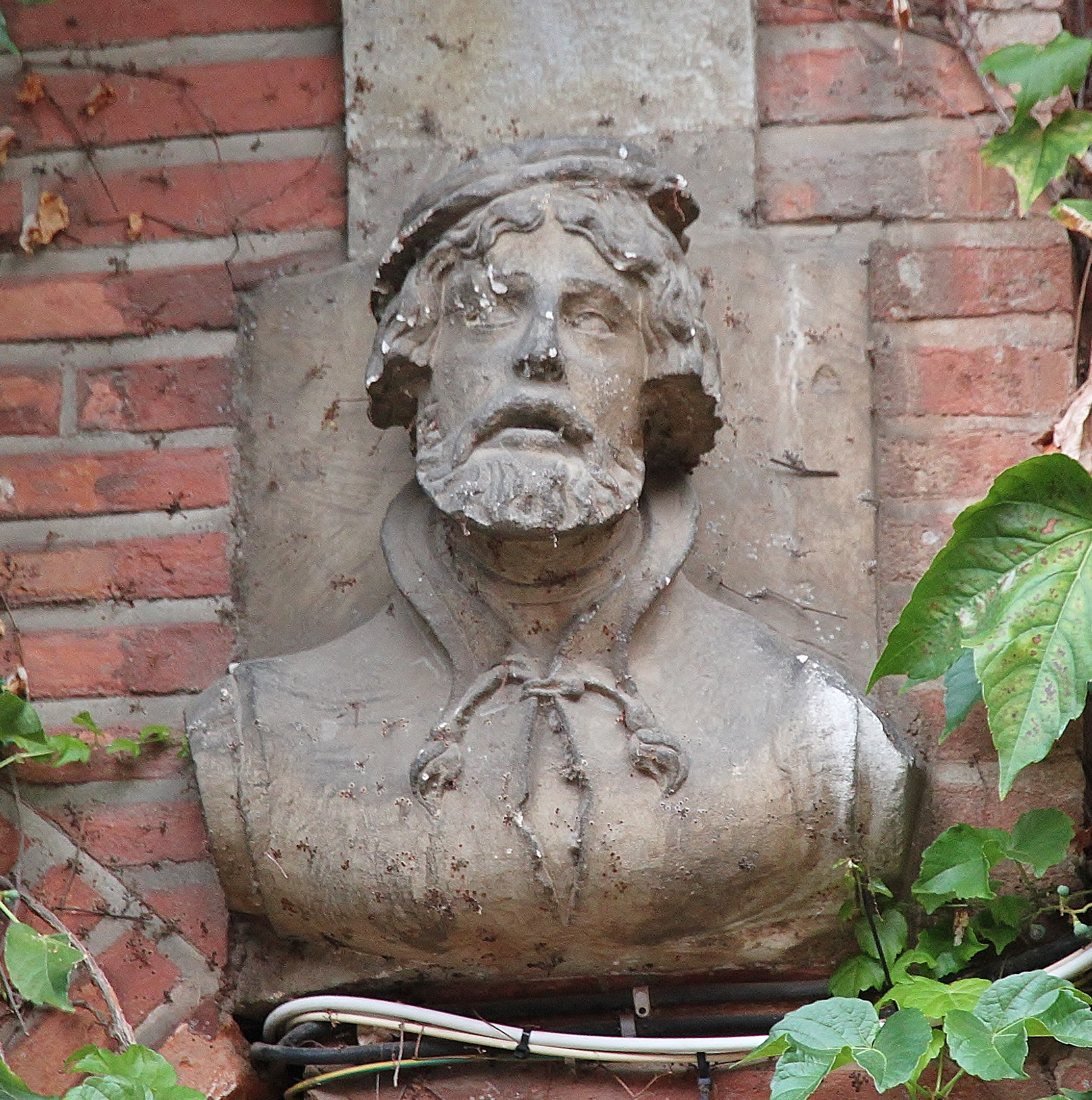
Buste à l'hôtel Pierre de Saint-Etienne (remploi d'un bâtiment Renaissance précédent).

### Les ordres d'architecture
Si plusieurs ornements considérés comme antiques (rinceaux, candélabres, putti, médaillons) eurent un succès important dès 1520, des chapiteaux faisant directement référence aux ordres d'architecture, issus de citations livresques, furent sculptés dans les années 1530.
L'ordre ionique de la galerie de l'hôtel de Pins, bâtie entre 1528 et 1537, est ainsi tiré de l'édition du traité de Vitruve publiée par Cesariano en 1521. Le tracé de sa volute est encore imparfait mais cette précoce citation de l'architecture vitruvienne doit être mise au crédit du commanditaire qu'un brillant parcours diplomatique avait conduit à Milan au moment où Cesariano travaillait à son édition.
L'ordre corinthien se rencontre pour la première fois à Toulouse dans la cour de l'hôtel de Bernuy (1530-1536), où Louis Privat s'inspire de Sagredo pour les chapiteaux corinthiens. Nicolas Bachelier fait également appel à Sagredo pour l'ordre corinthien des chapiteaux de l'escalier du château de Castelnau-d'Estrétefonds (1539-1546), mais aussi à Serlio pour celui des chapiteaux de l'hôtel d'Assézat.
Parmi les premiers chapiteaux doriques apparus à Toulouse, ceux que Nicolas Bachelier sculpte dans l'escalier de l'hôtel de Bagis (1538-1545) sont adaptés des Regole generali de Serlio, dont la publication est alors très récente.
À l'hôtel de Lamamye se trouve la première manifestation à Toulouse (1540-1550) de l'élévation des trois ordres antiques superposés : ordre dorique à l'étage du bas, ionique à celui du milieu, et corinthien à celui du haut.
À l'hôtel d'Assézat (1555-1556), la superposition des ordres sur toute la hauteur de l'élévation et la présence d'un attique évoque le modèle du Colisée, diffusé par l'intermédiaire de Serlio. L'emploi inédit dans la ville de colonnes jumelées concorde avec la recherche d'une esthétique d'« enrichissement » qui suit le modèle antique tout en faisant écho aux architectures du milieu du siècle des grands du royaume. Comme le souligne le traitement soigné des fûts et des chapiteaux, l'expression antique la plus sophistiquée a systématiquement nourri l'invention du sculpteur (Nicolas Bachelier). Le dorique est par exemple, à travers Serlio ou Labacco, une allusion à sa version connue la plus ornée, celle de la basilique Æmilia.

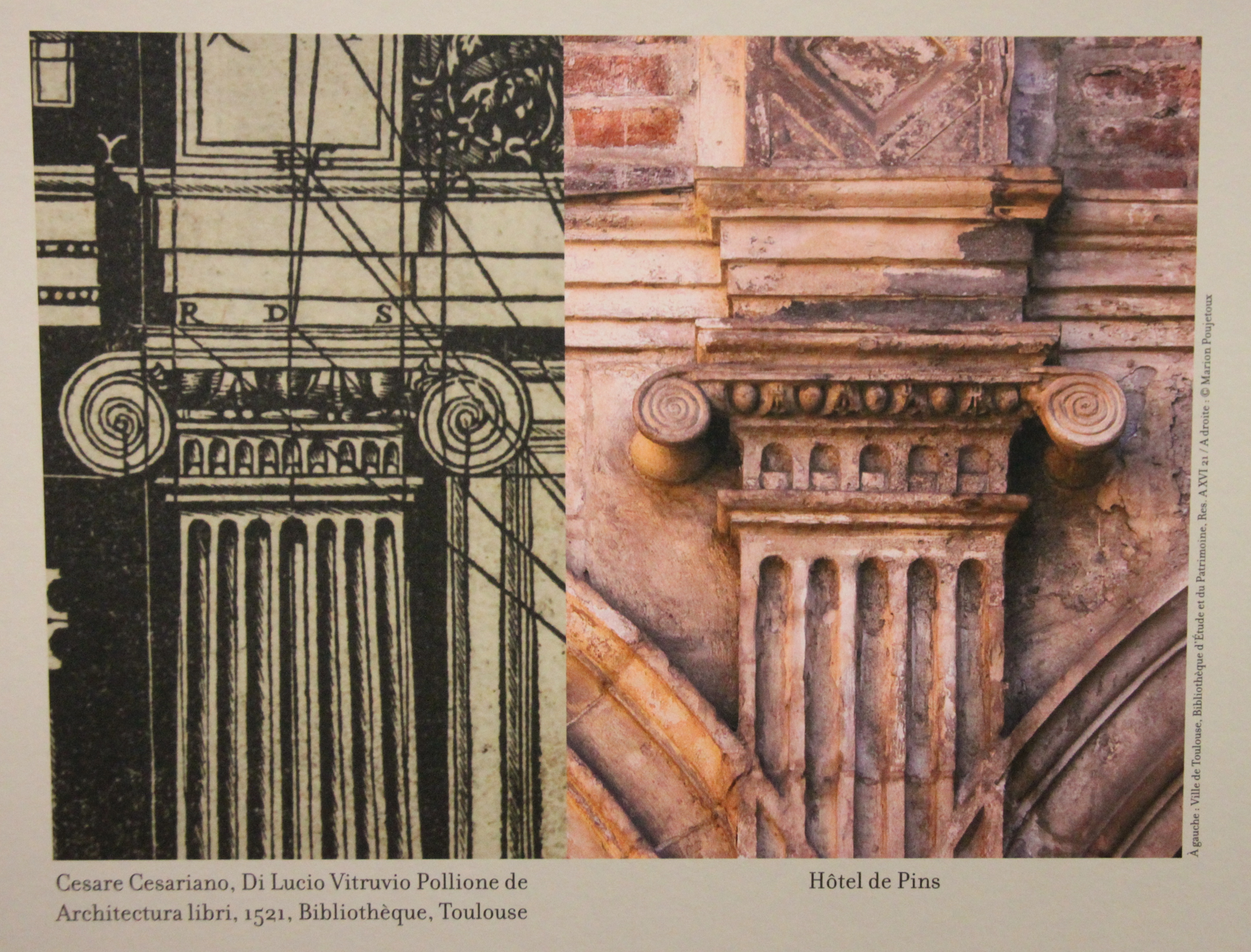
Parenté entre un dessin de Cesariano de 1521 et les chapiteaux ioniques de l'hôtel de Pins (entre 1528 et 1537).
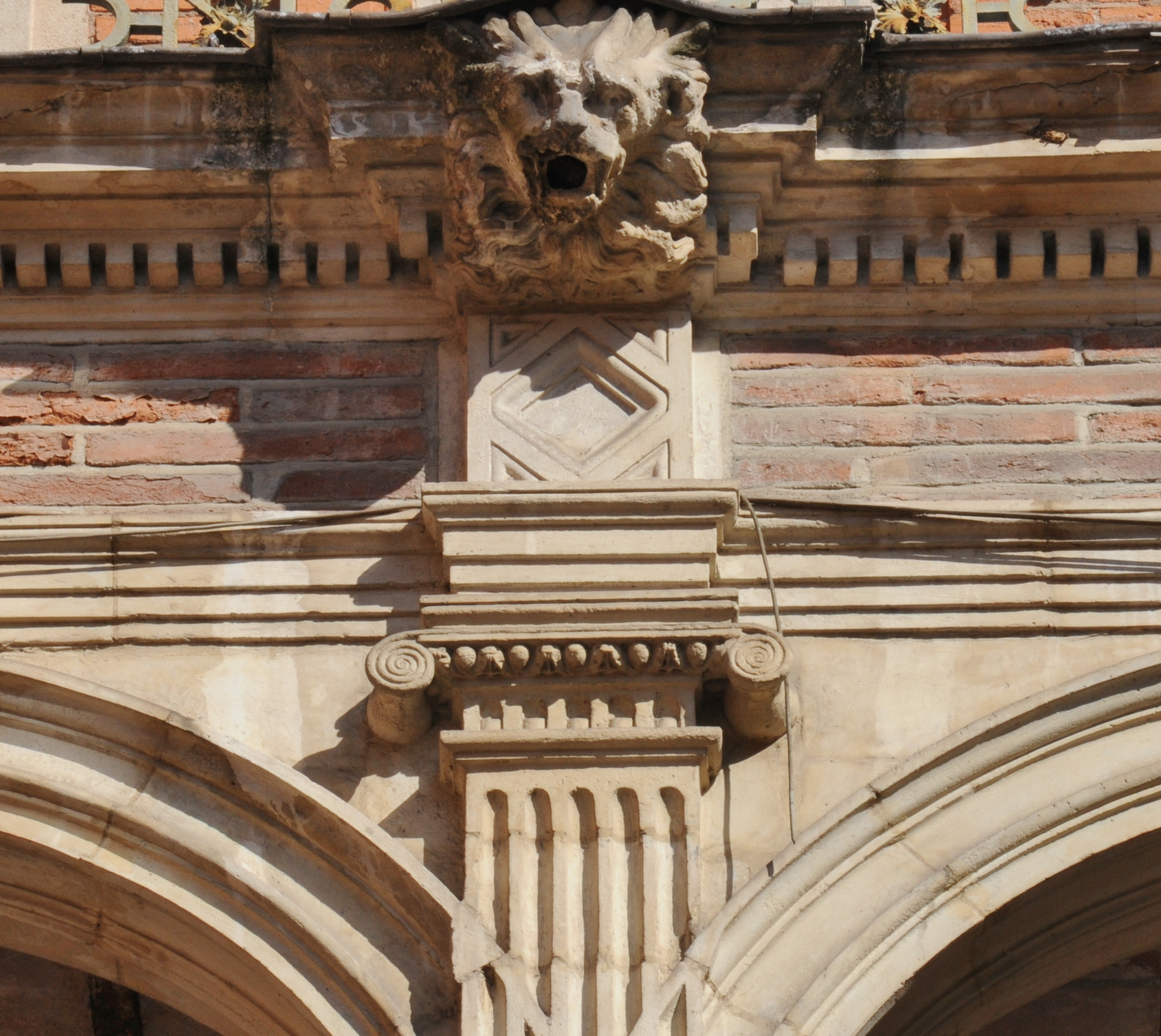
Chapiteau ionique à l'hôtel de Pins.
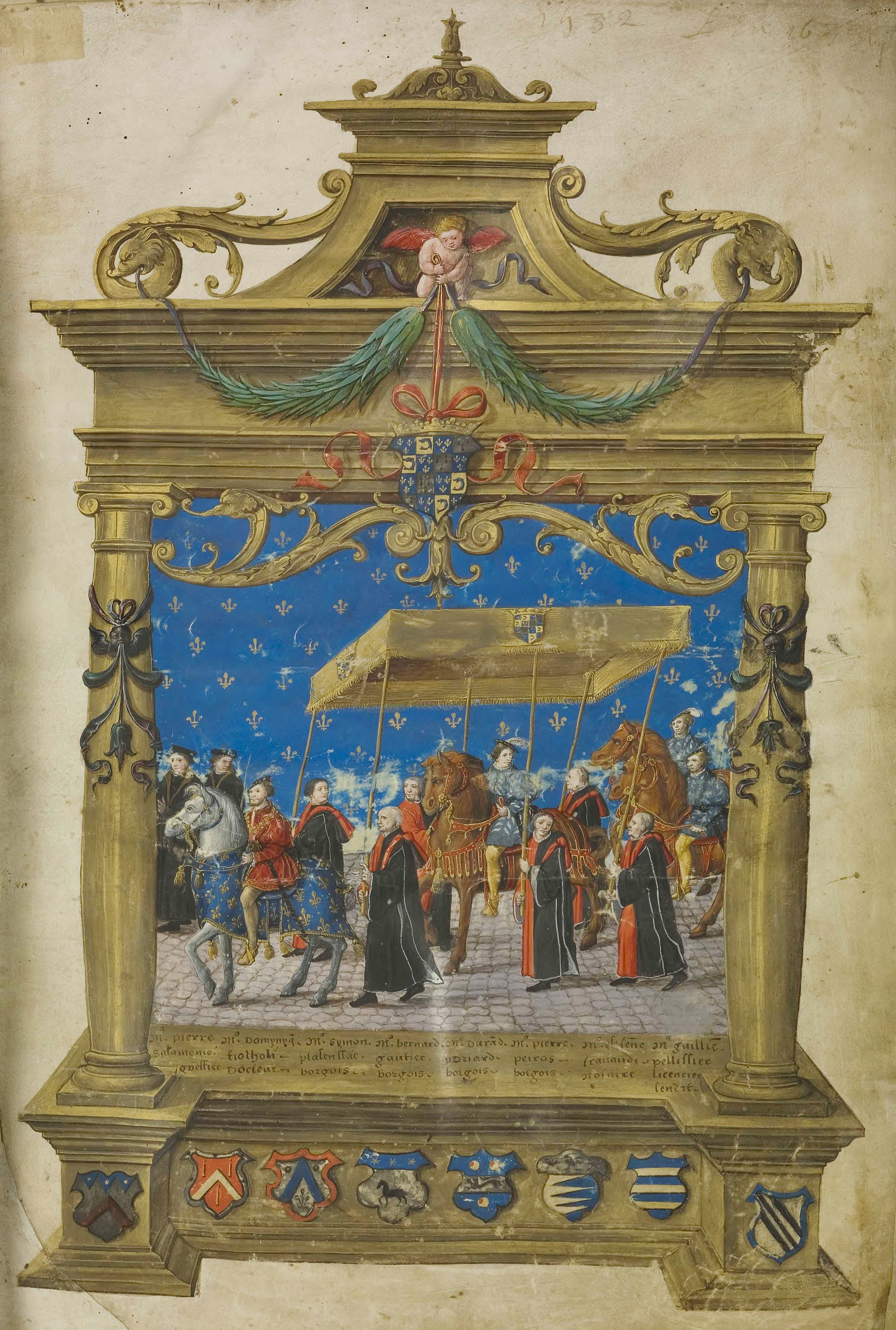
Chapiteaux ioniques représentés sur une enluminure des Annales manuscrites de la ville de Toulouse (1532-1533).
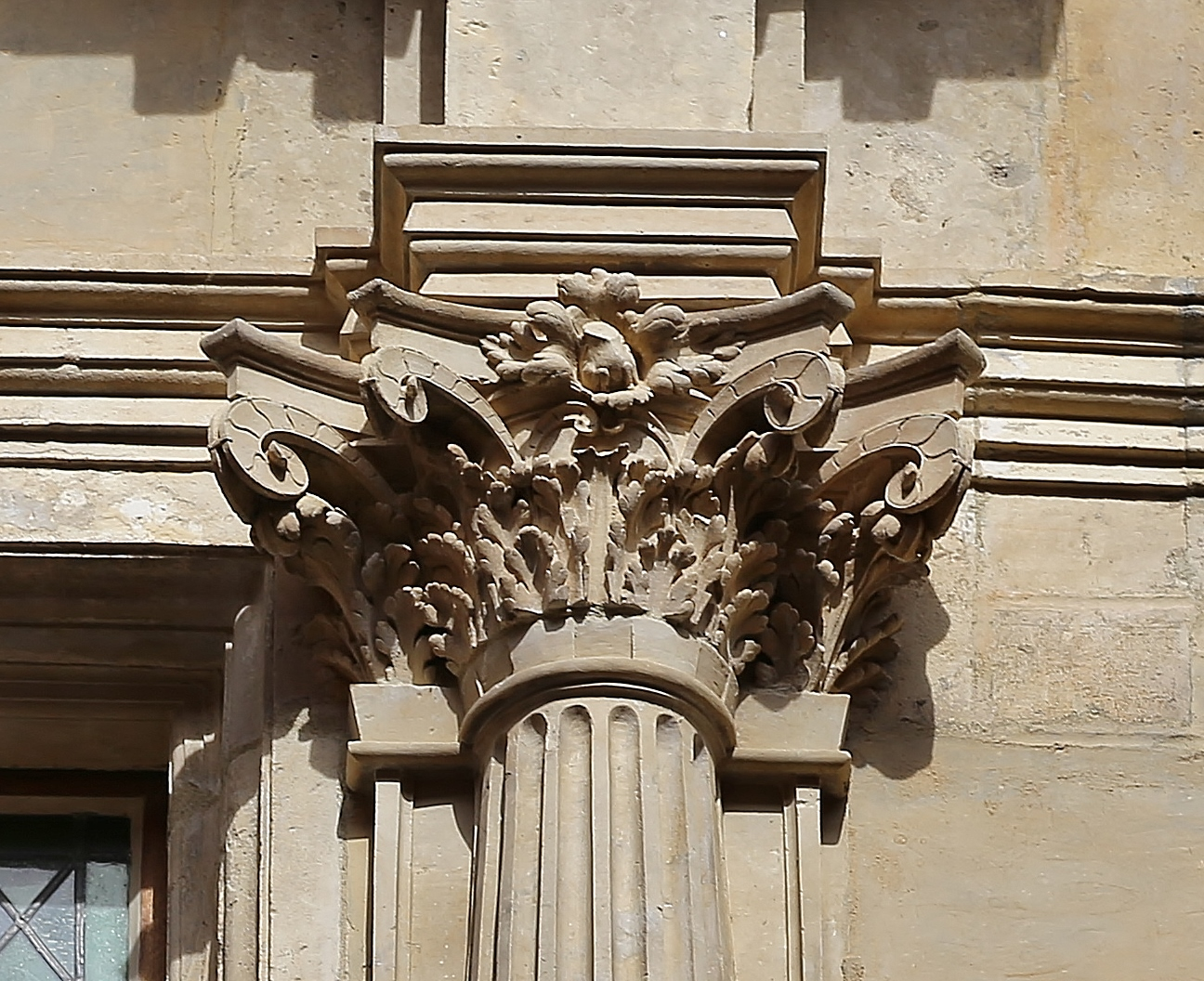
Colonne corinthienne à l'hôtel de Bernuy.
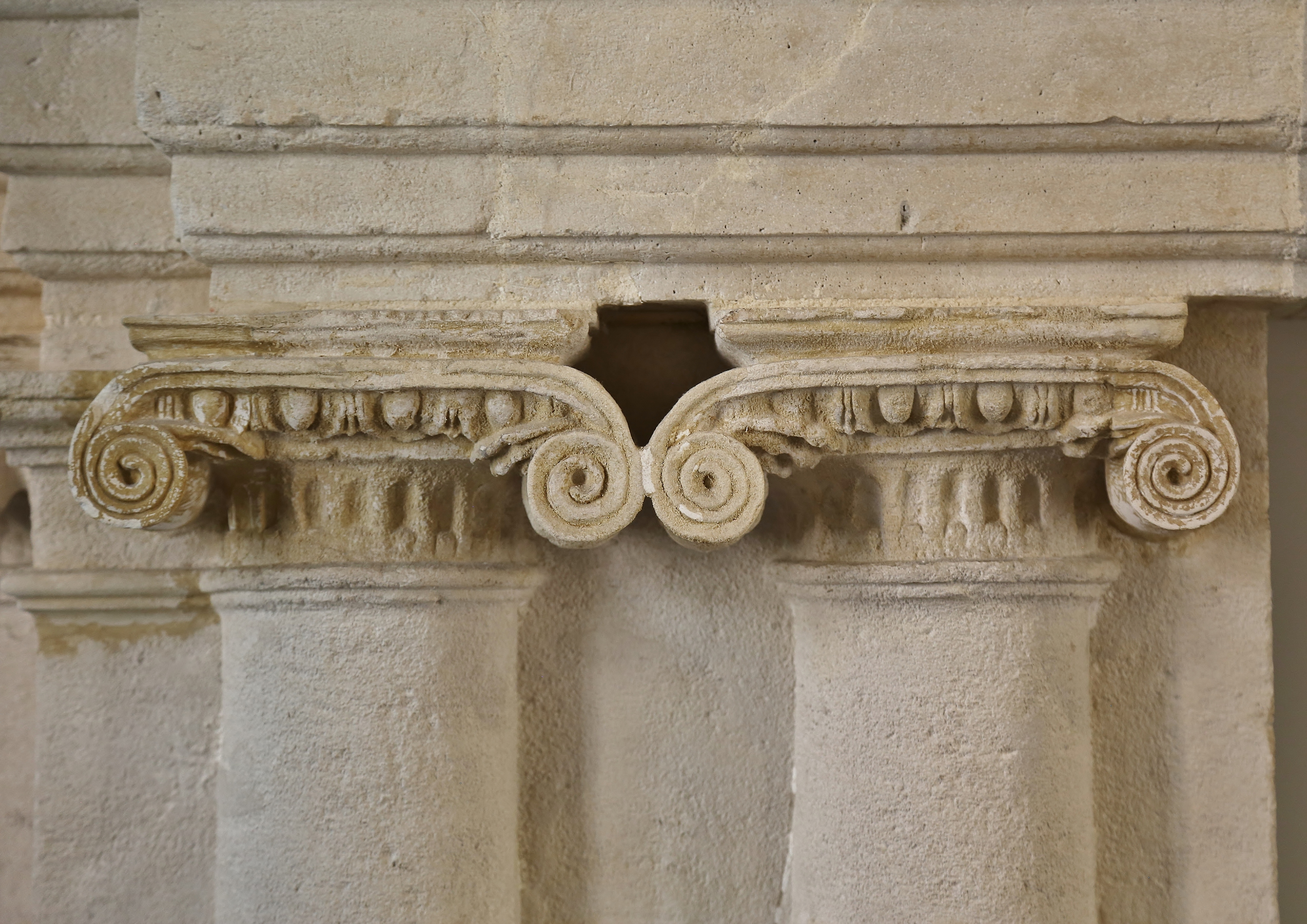
Chapiteaux ioniques de la cheminée de l'hôtel Tornié.
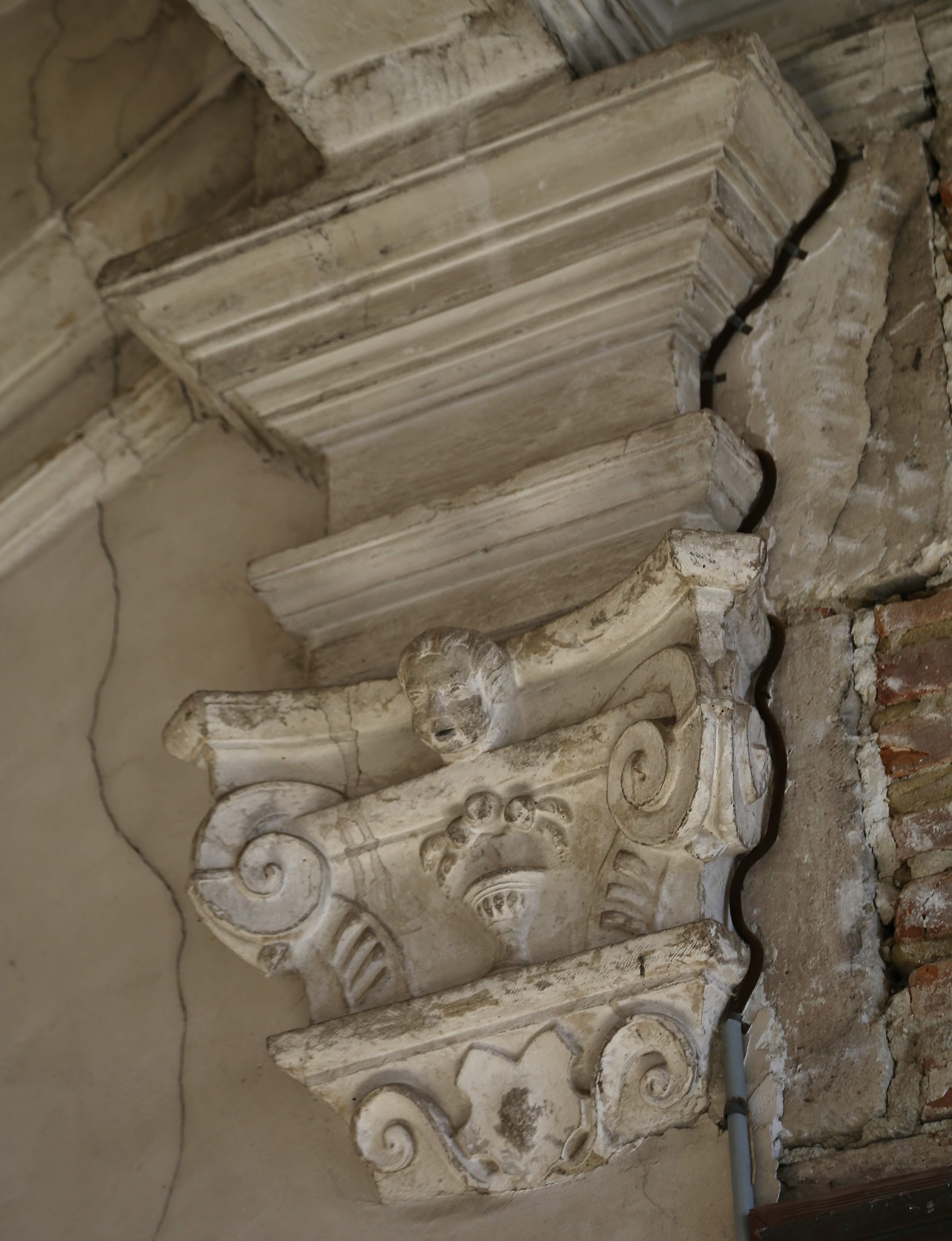
Chapiteau dorique dans l'escalier de l'hôtel d'Ulmo.
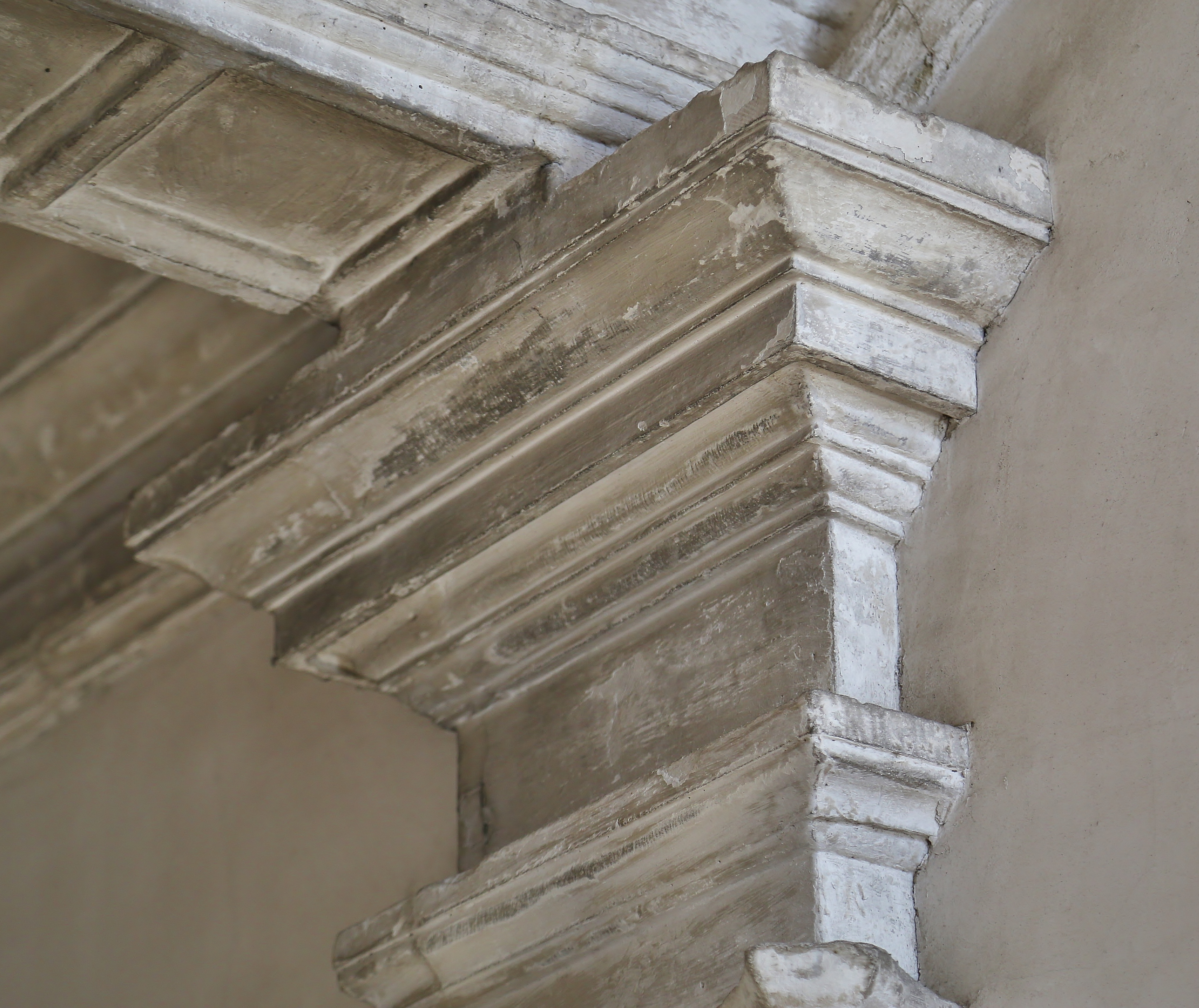
Détail d'un chapiteau dorique dans l'escalier de l'hôtel d'Ulmo.
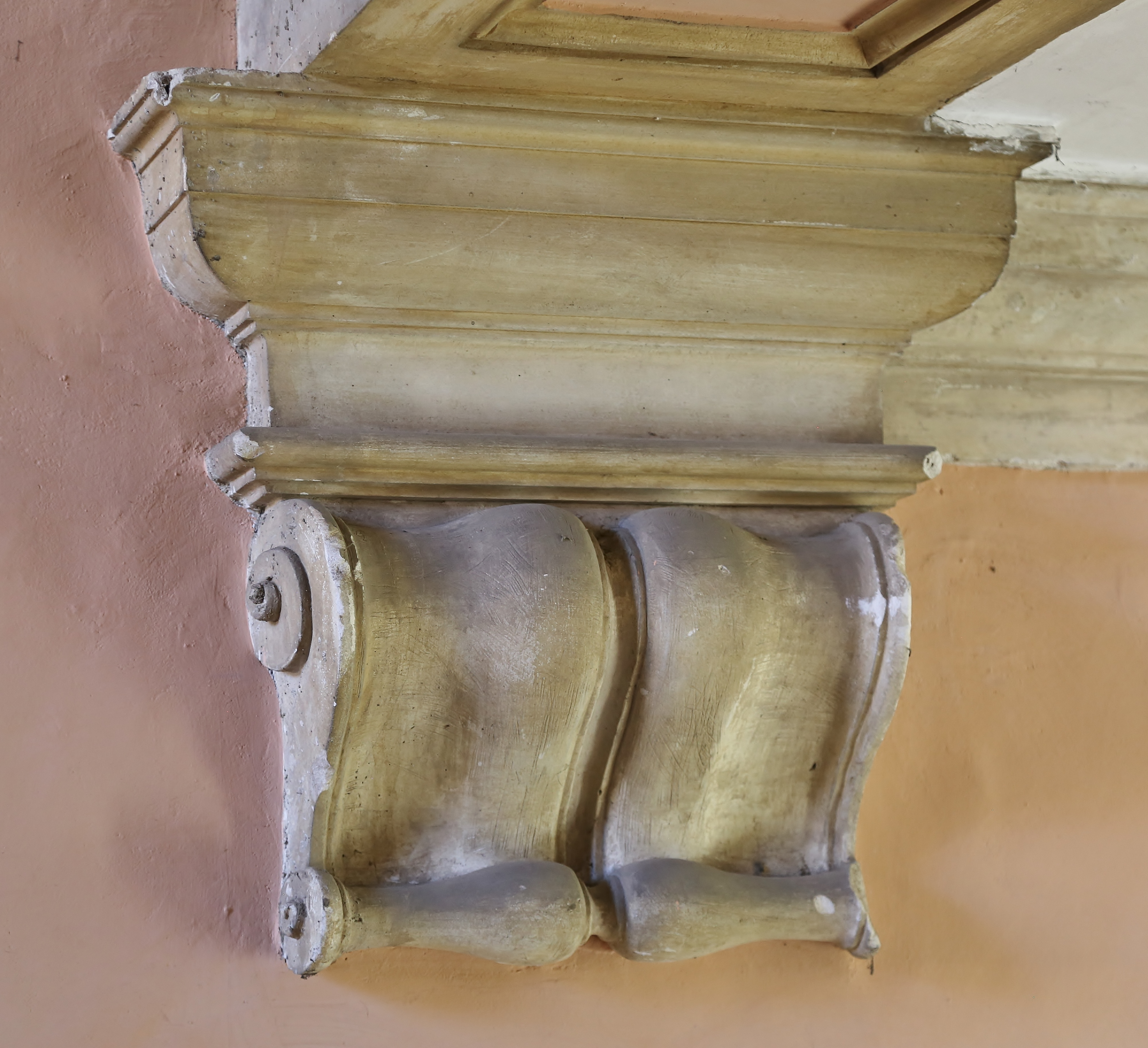
Chapiteau dorique dans l'escalier de l'hôtel de Bagis.
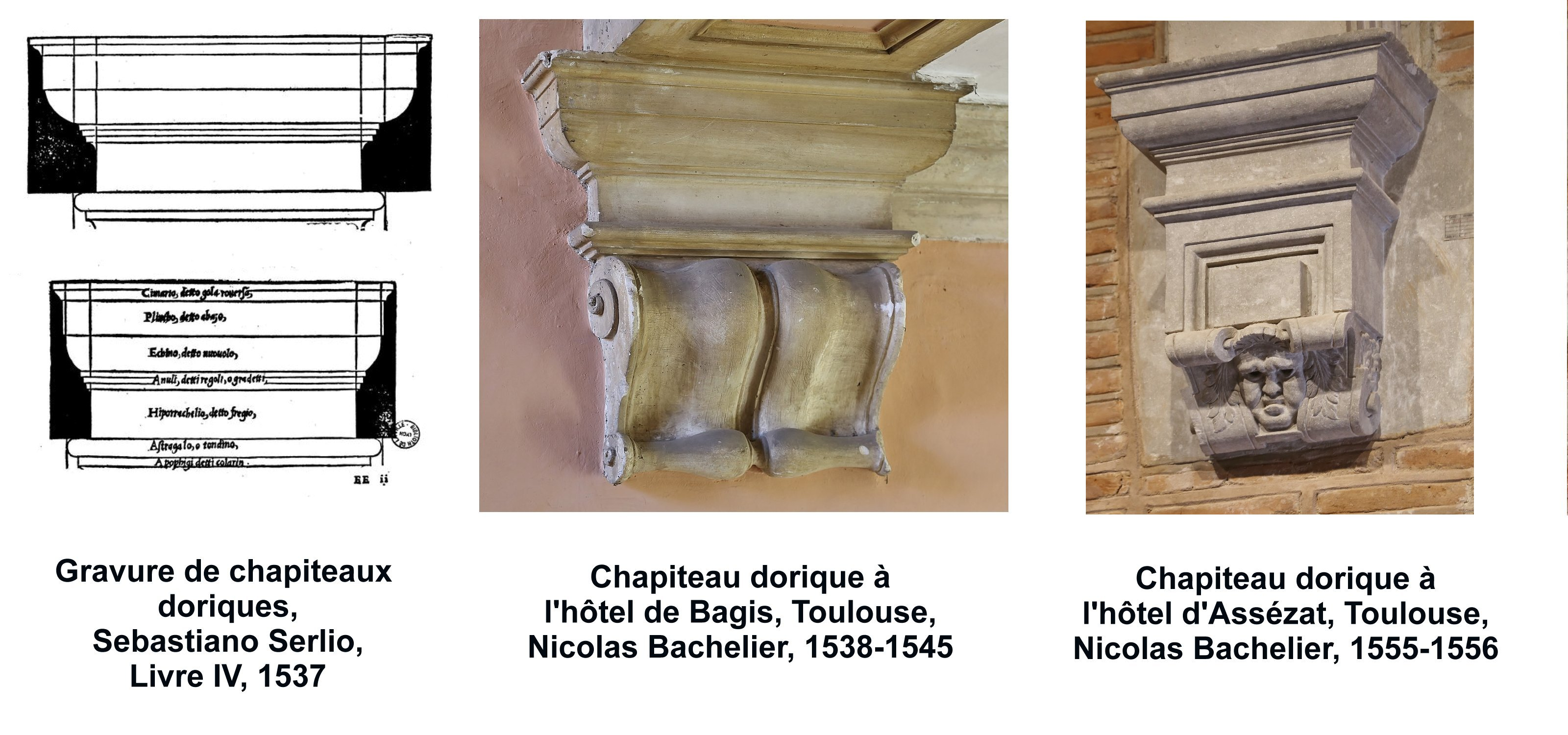
Influence de Serlio sur les productions de Nicolas Bachelier.
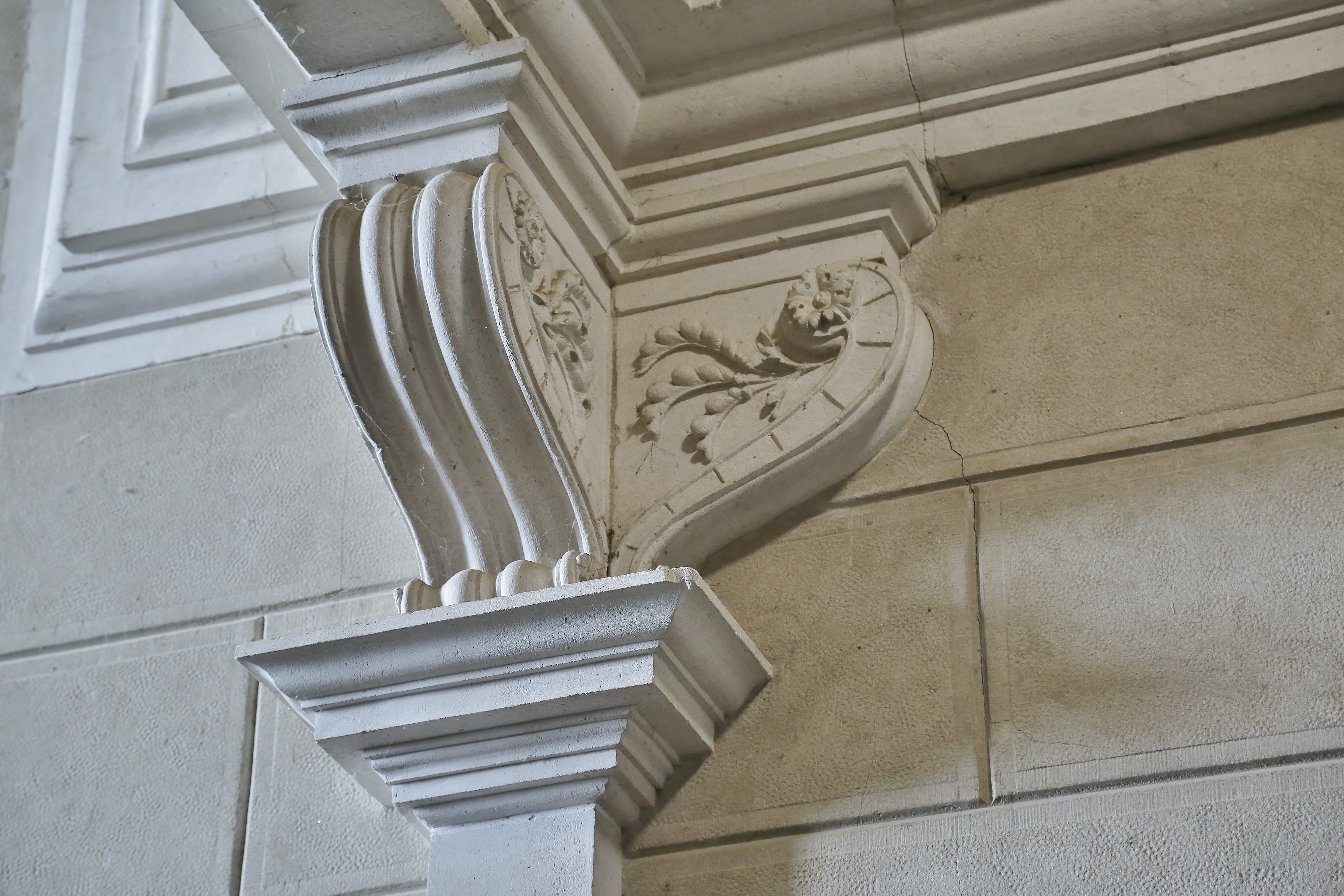
Chapiteau dorique et consoles à gousses au château de Castelnau-d'Estrétefonds.
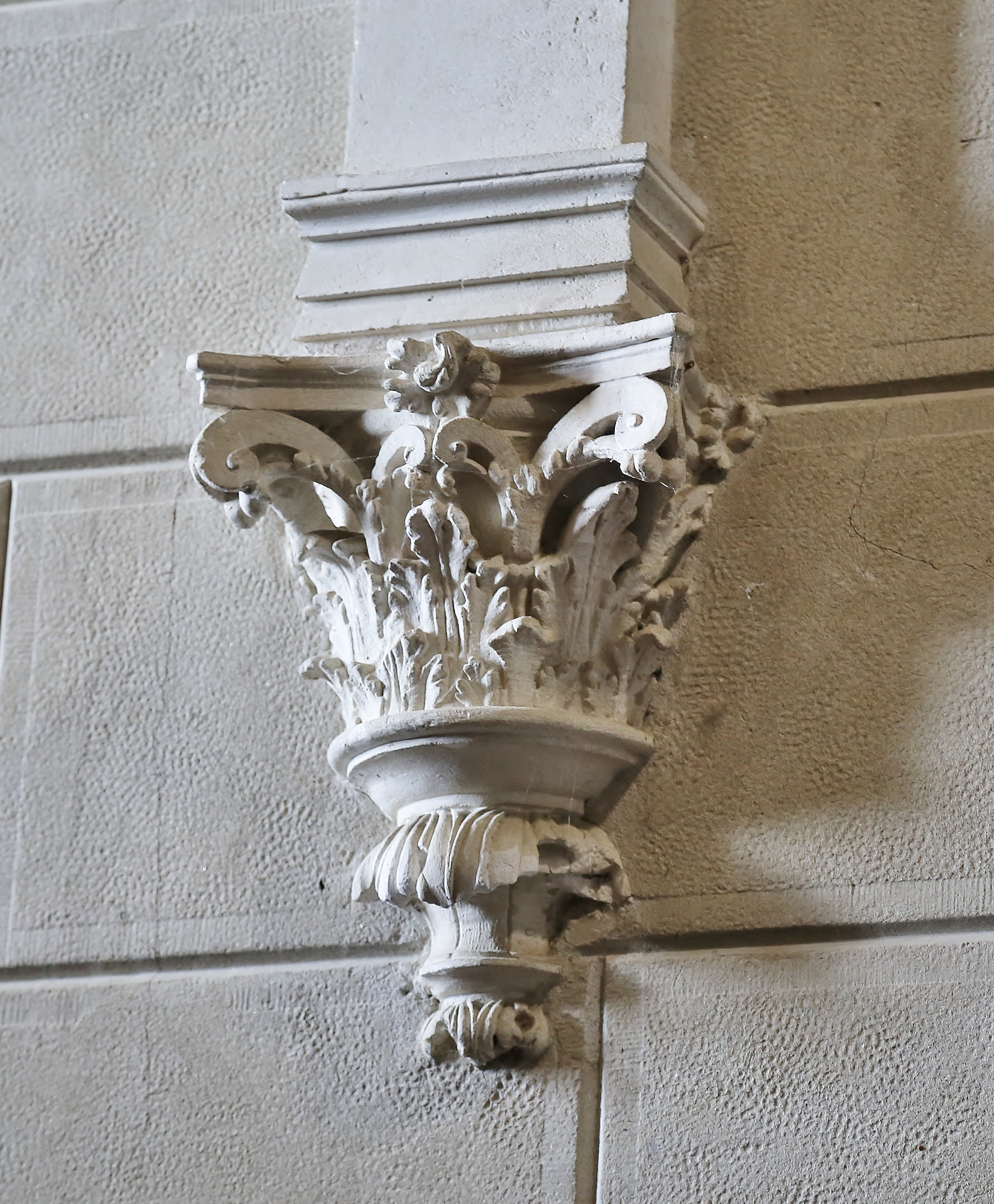
Nicolas Bachelier s'inspire de gravures de Sagredo pour les chapiteaux corinthiens du château de Castelnau-d'Estrétefonds.
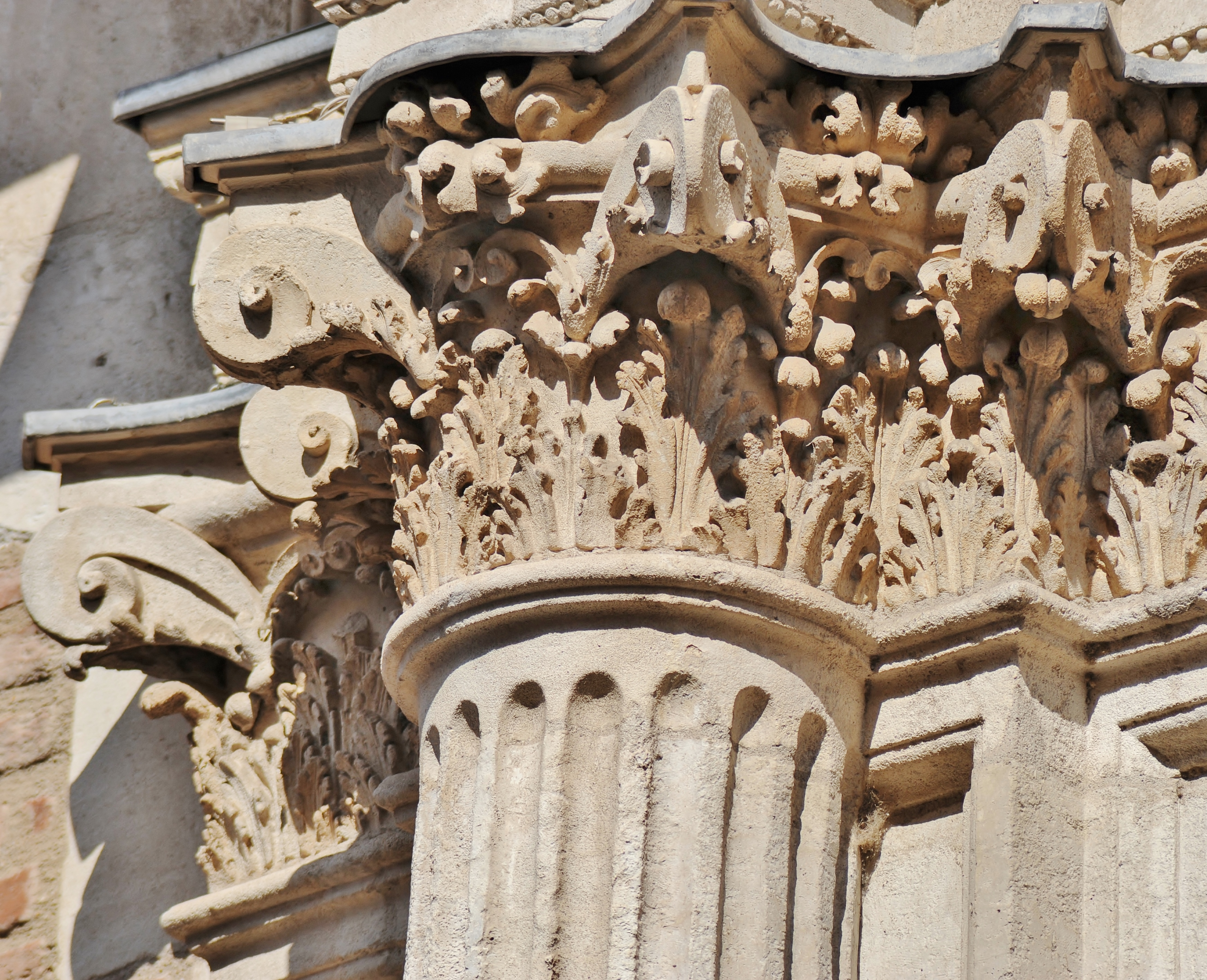
Chapiteau corinthien à l'église de la Dalbade.
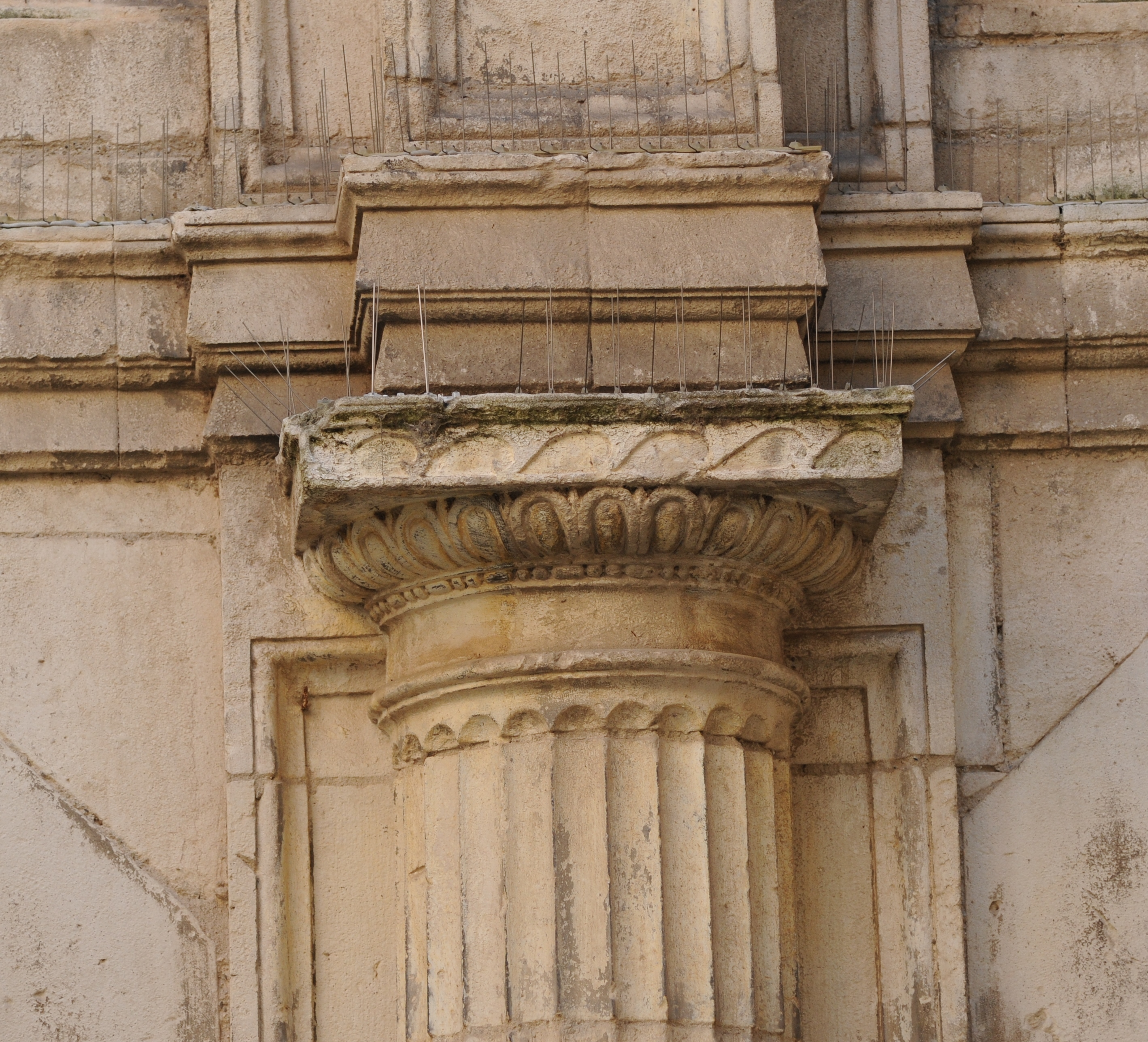
Chapiteau dorique à l'hôtel de Lamamye.
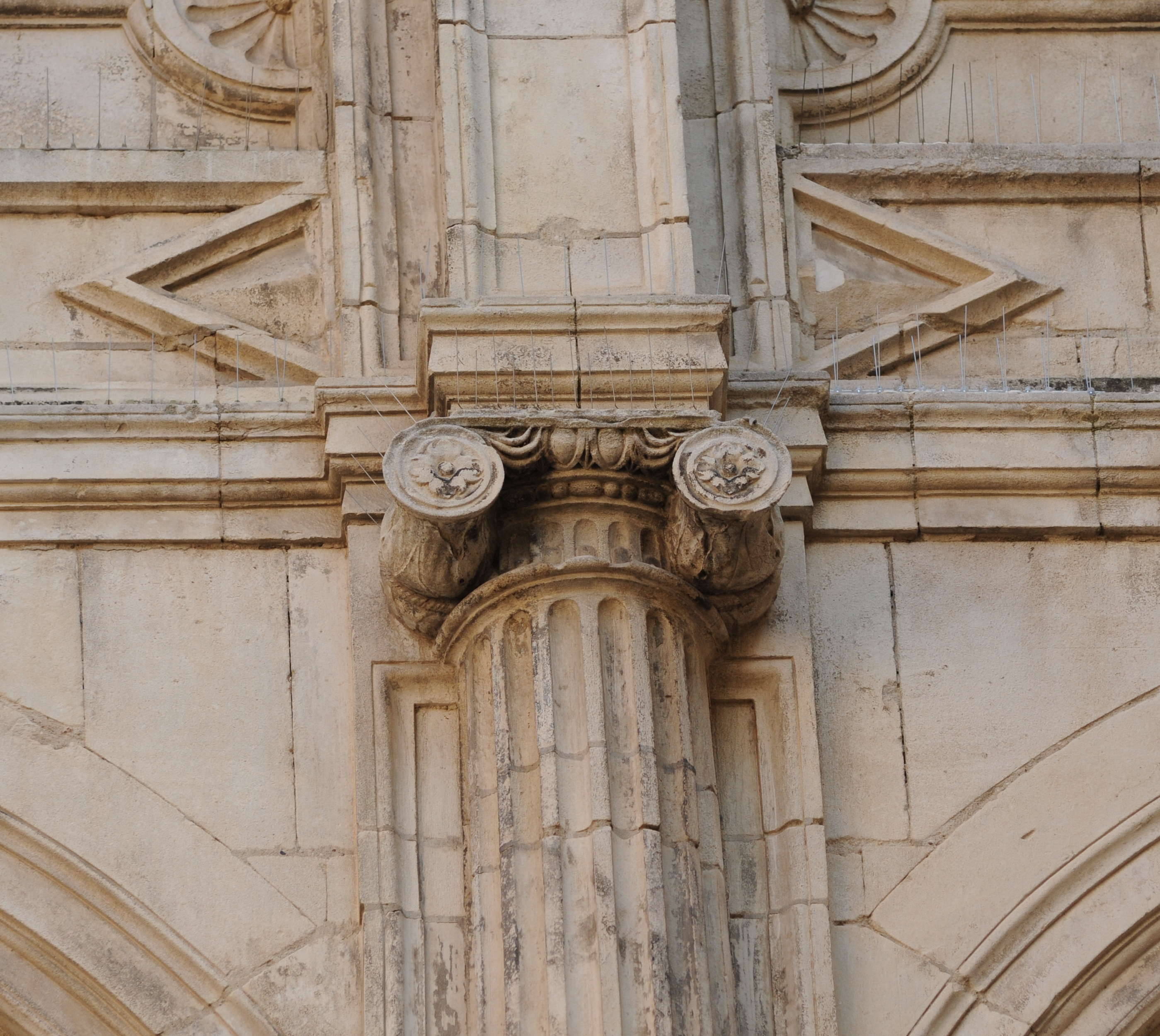
Chapiteau ionique à l'hôtel de Lamamye.
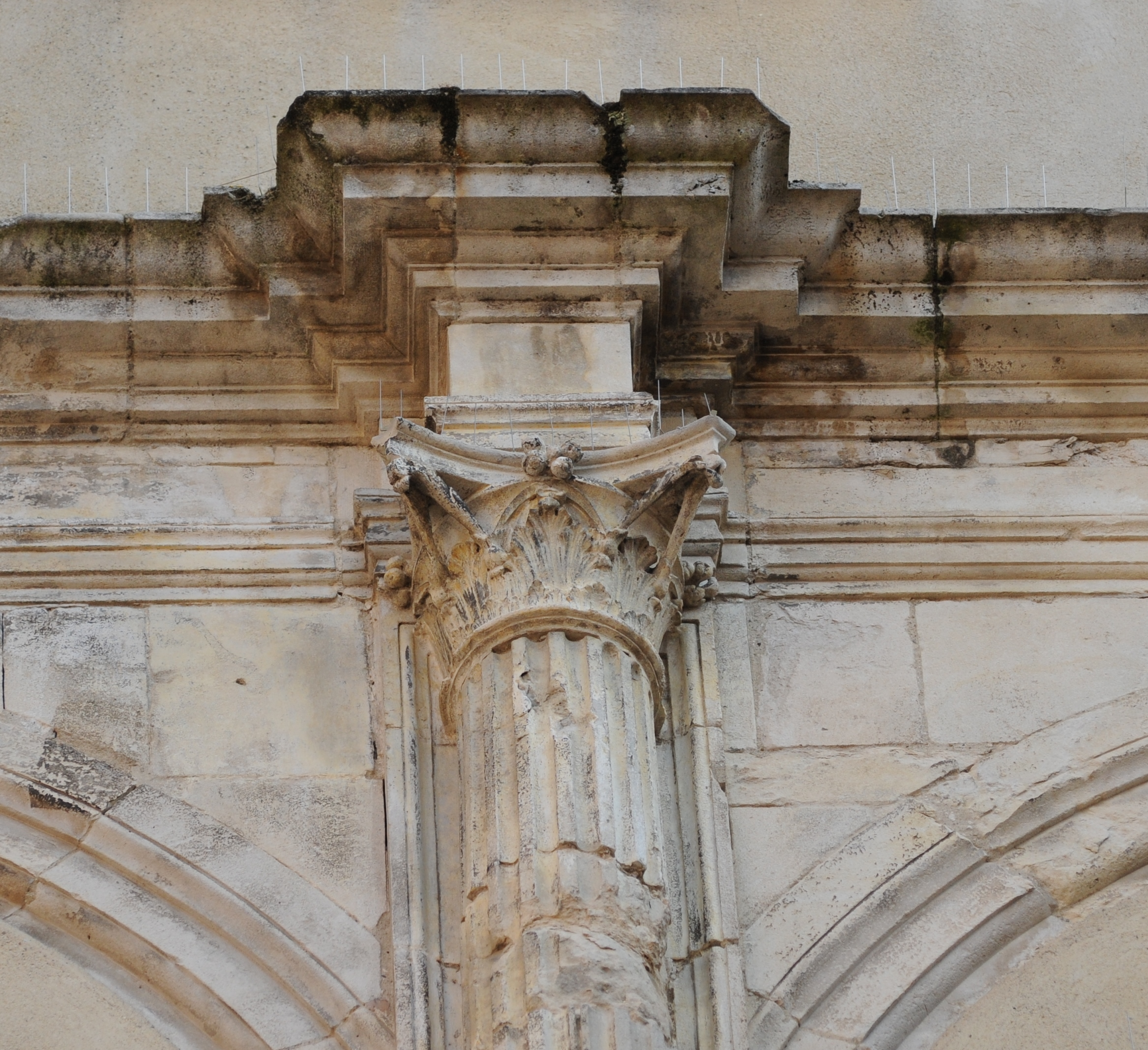
Chapiteau corinthien à l'hôtel de Lamamye.
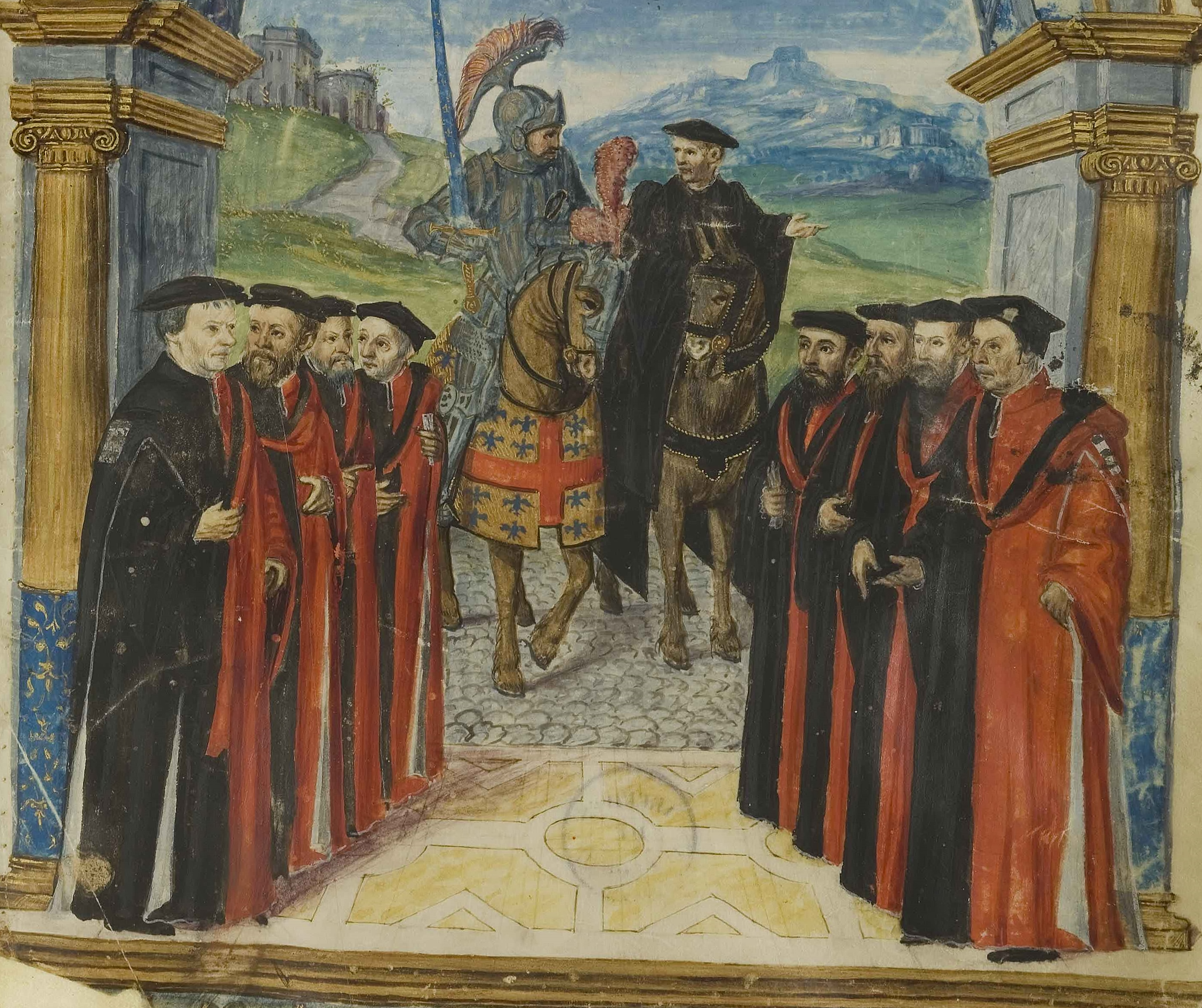
Chapiteaux ioniques représentés sur une enluminure des Annales manuscrites de la ville de Toulouse (1550-1551).
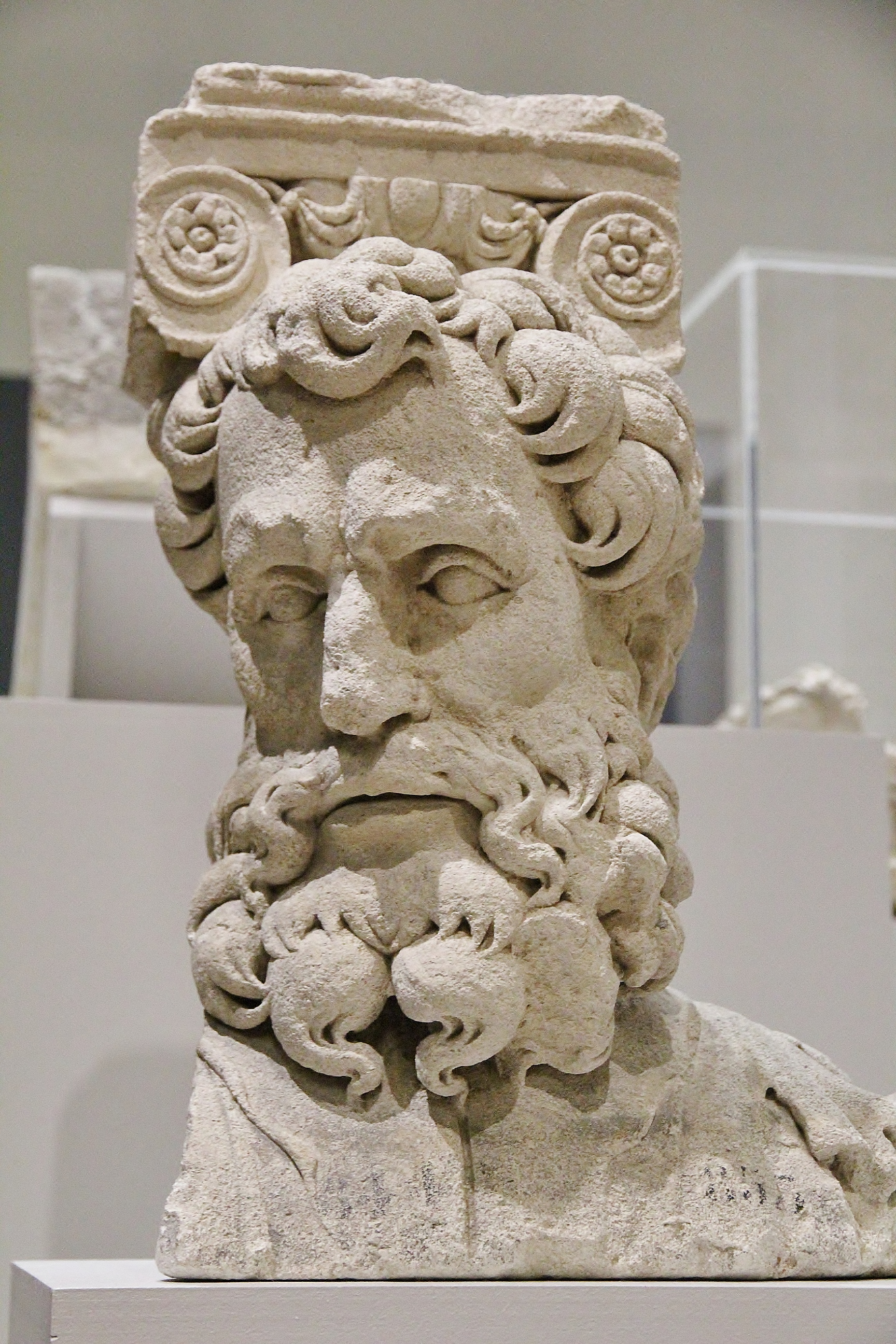
Chapiteau ionique sur fragment de colonne anthropomorphe, probablement issu d'un portail.
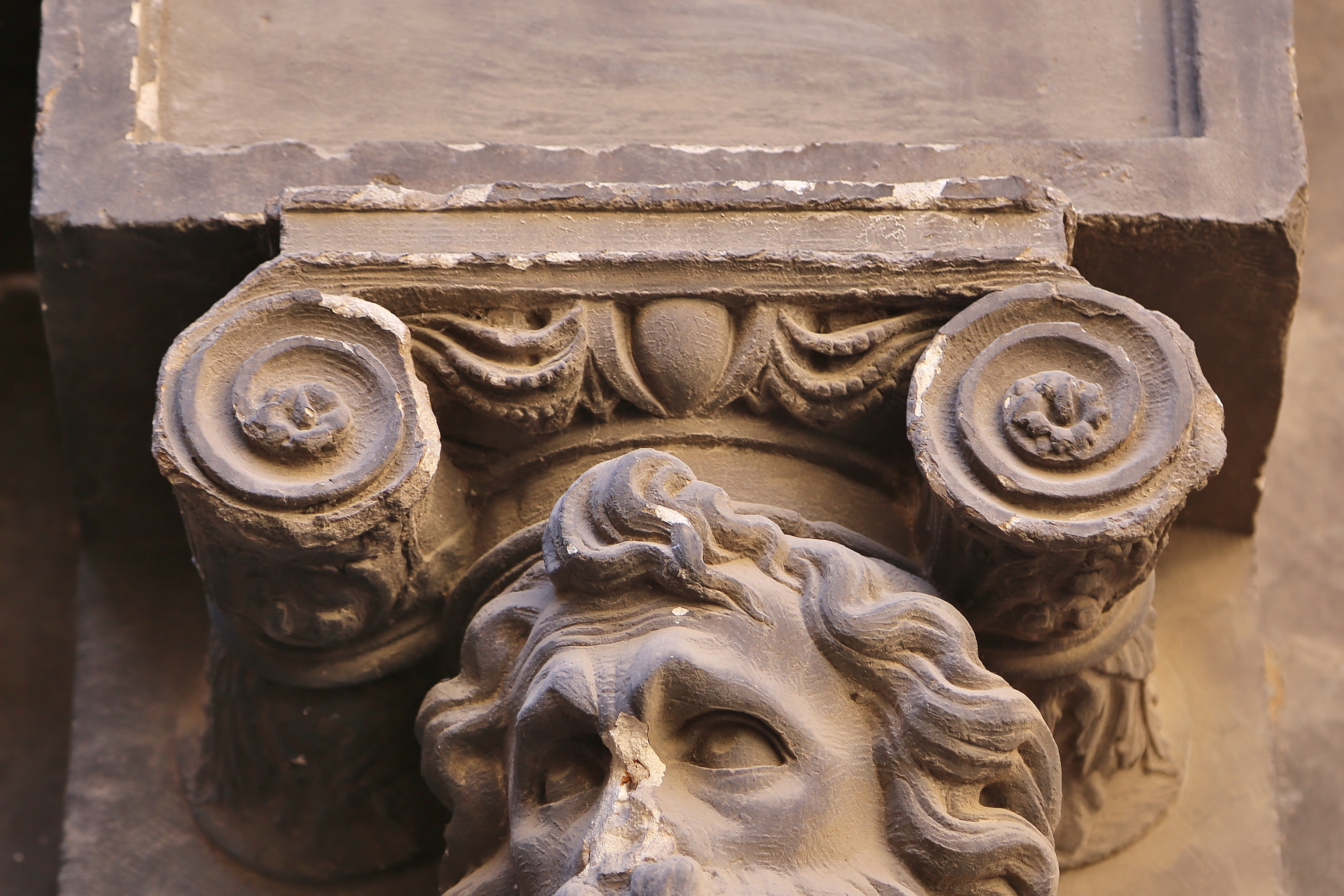
Chapiteau ionique du portail aux atlantes de l'hôtel de Bagis.
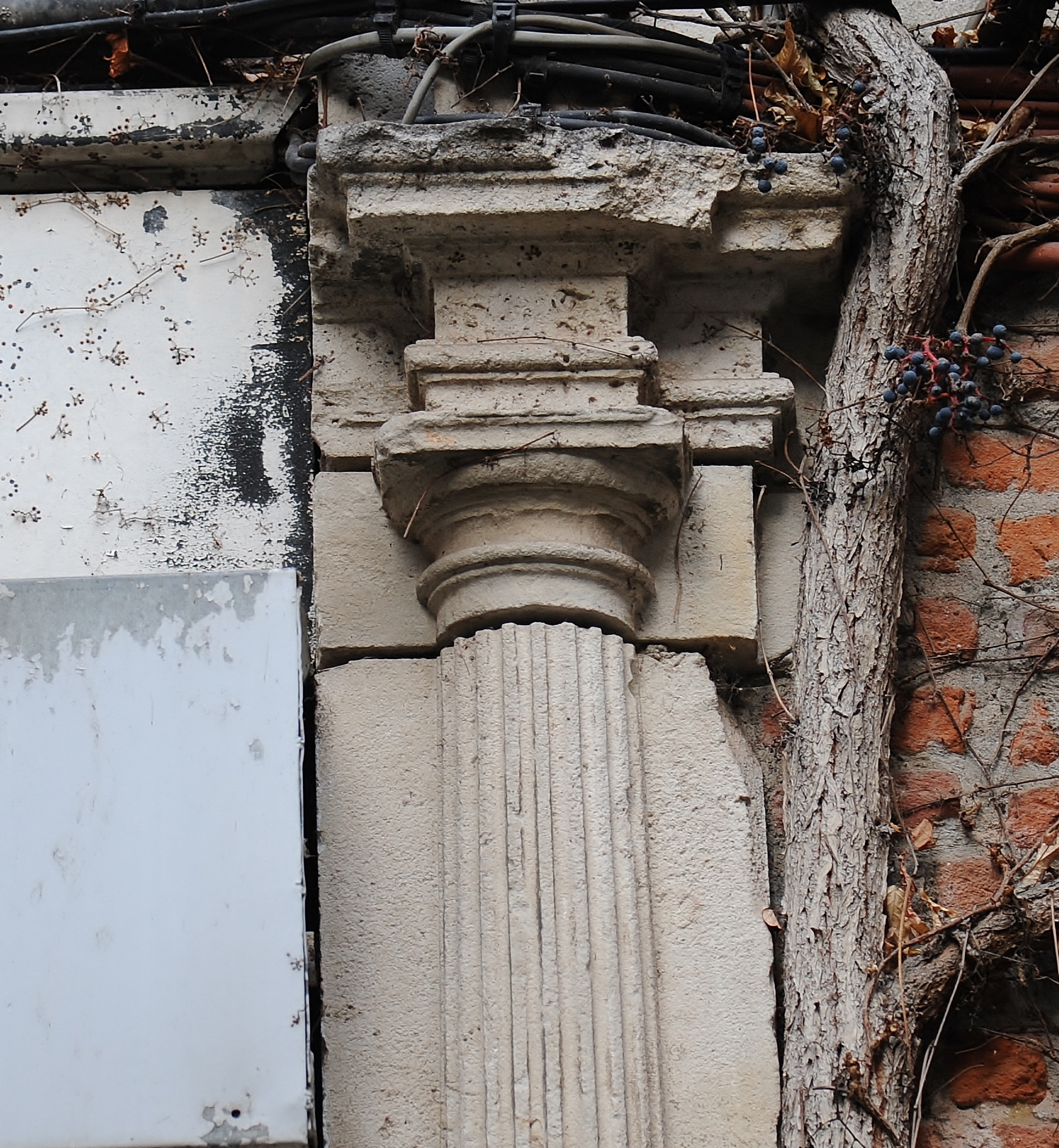
Chapiteau dorique à l'hôtel Guillaume de Bernuy (ou hôtel de Buet).
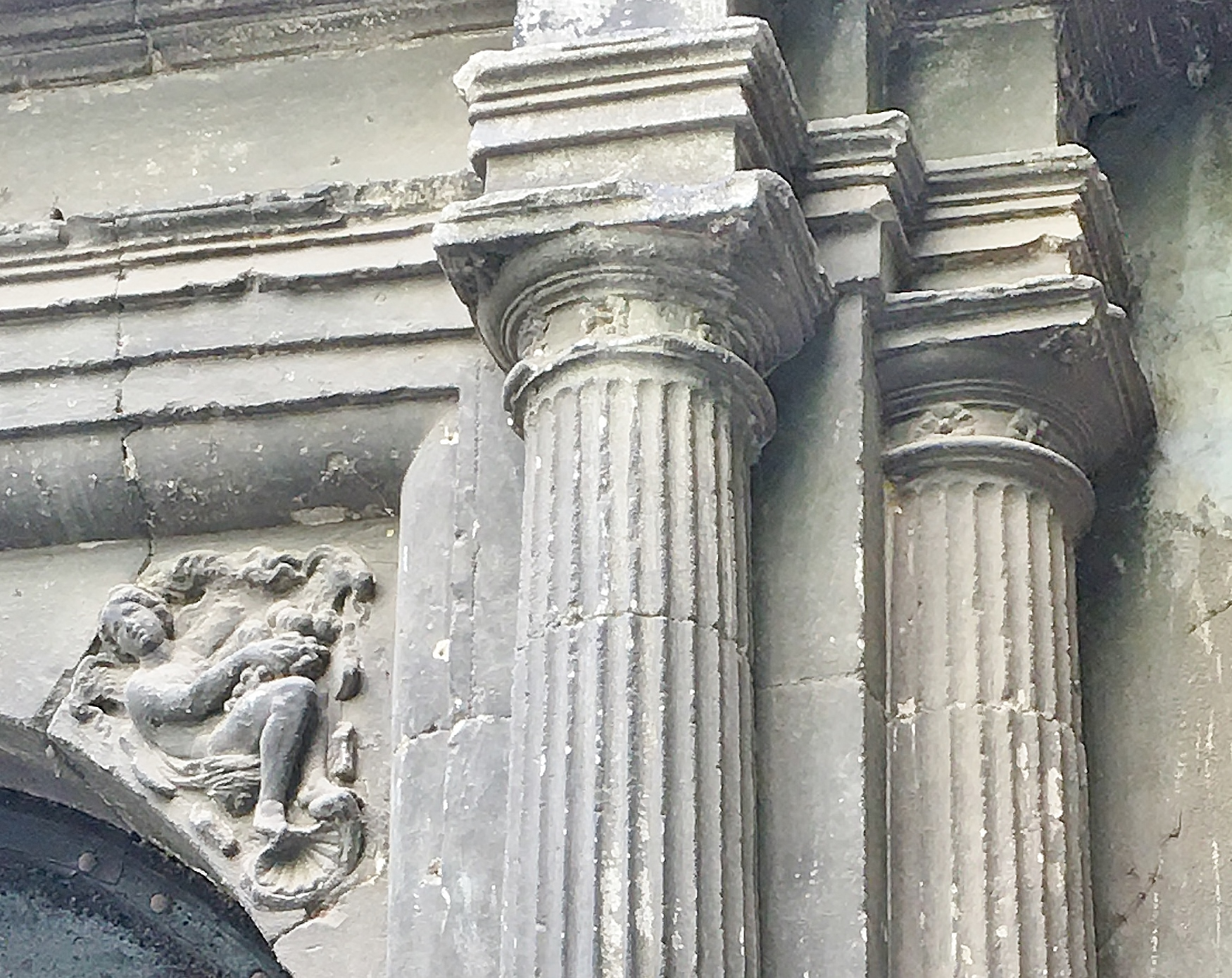
Chapiteaux doriques à l'hôtel Guillaume de Bernuy.
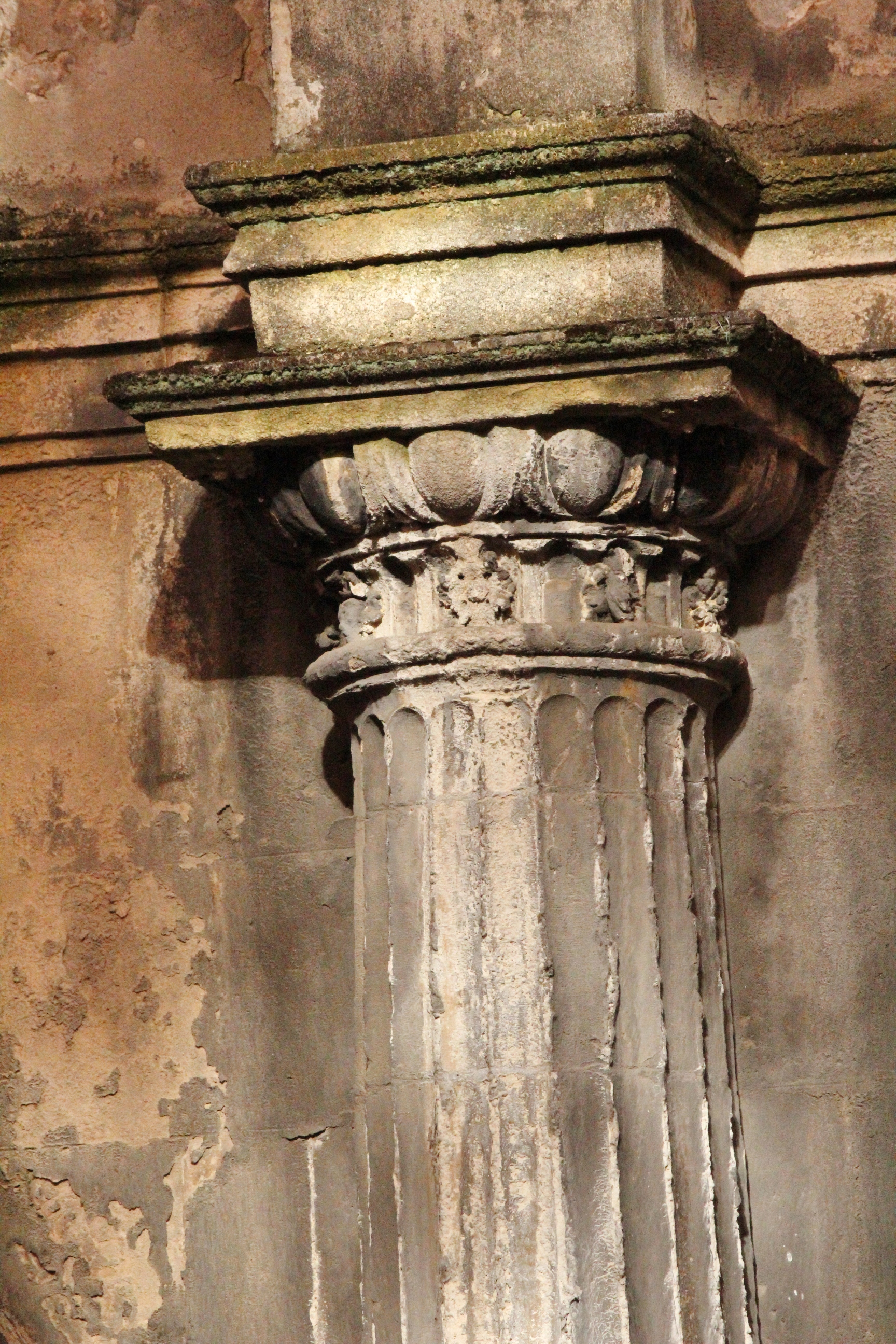
Chapiteau dorique à l'hôtel du Vieux-Raisin.
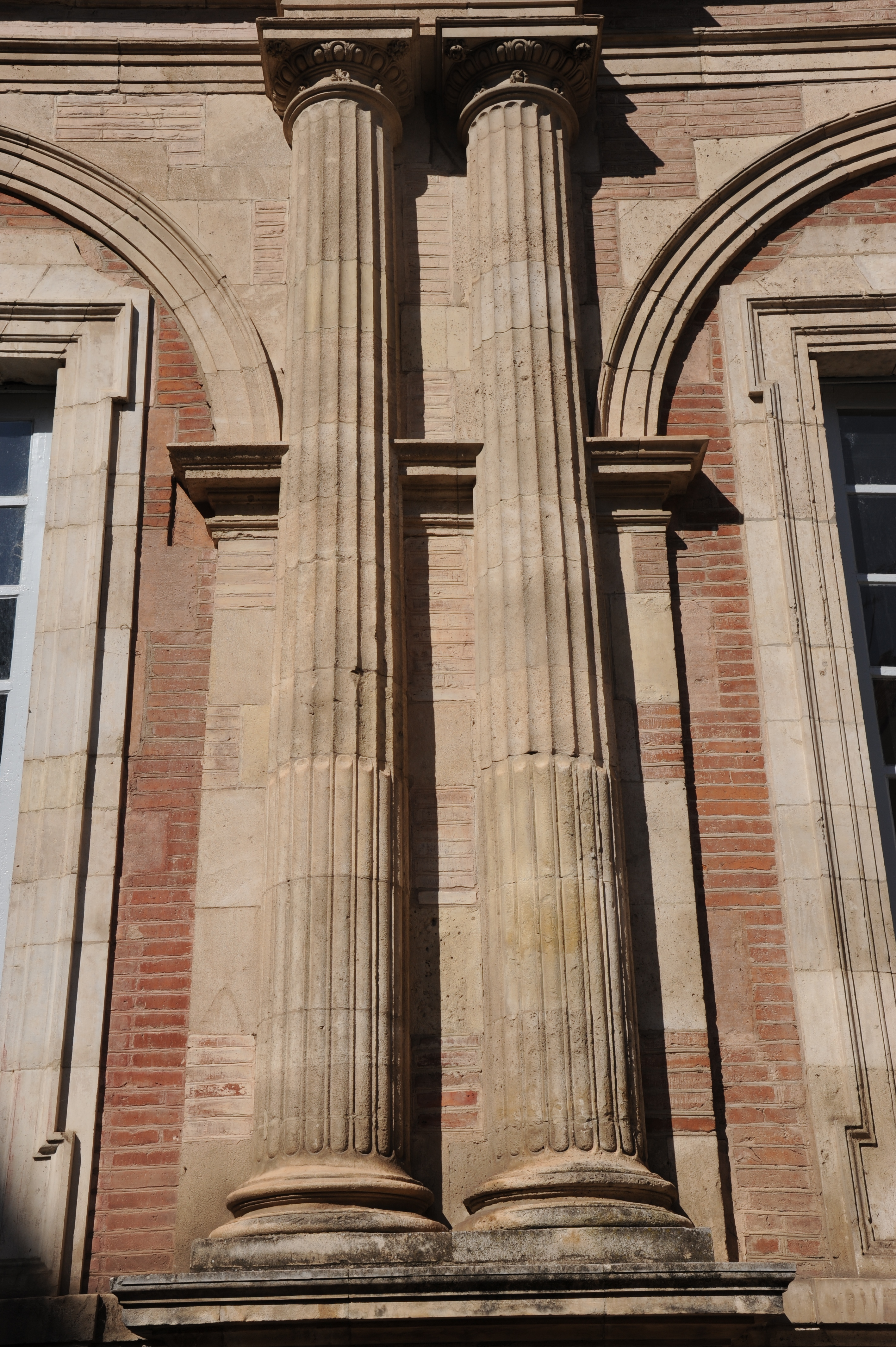
Colonnes cannelées et rudentées à l'hôtel d'Assézat.
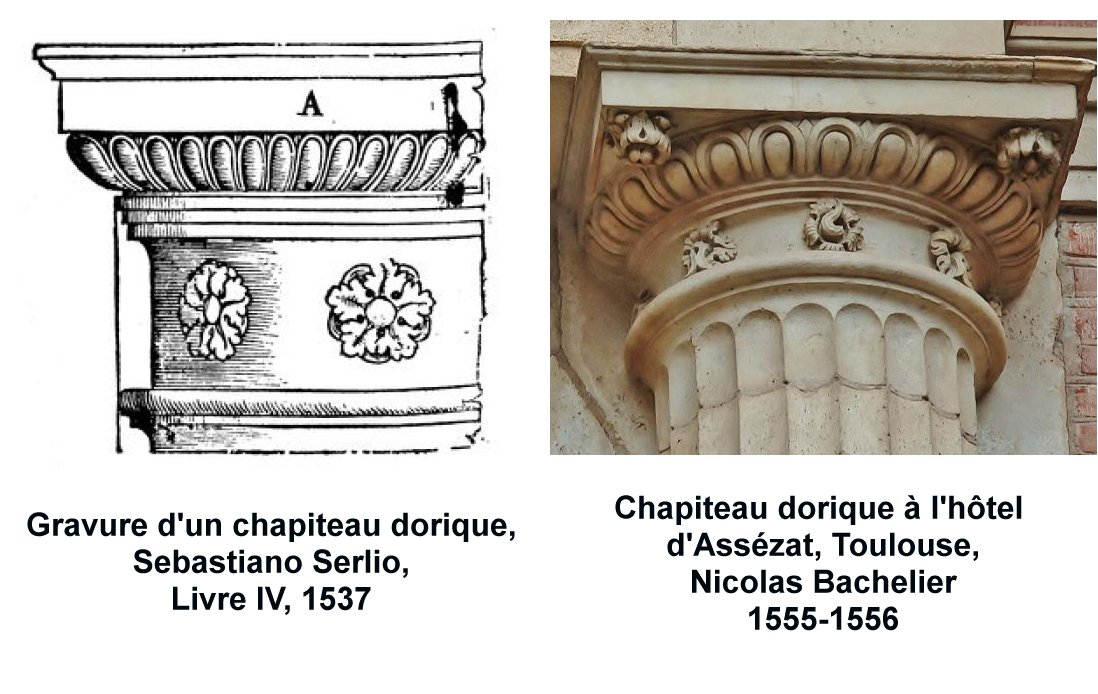
Influence des gravures de Serlio.
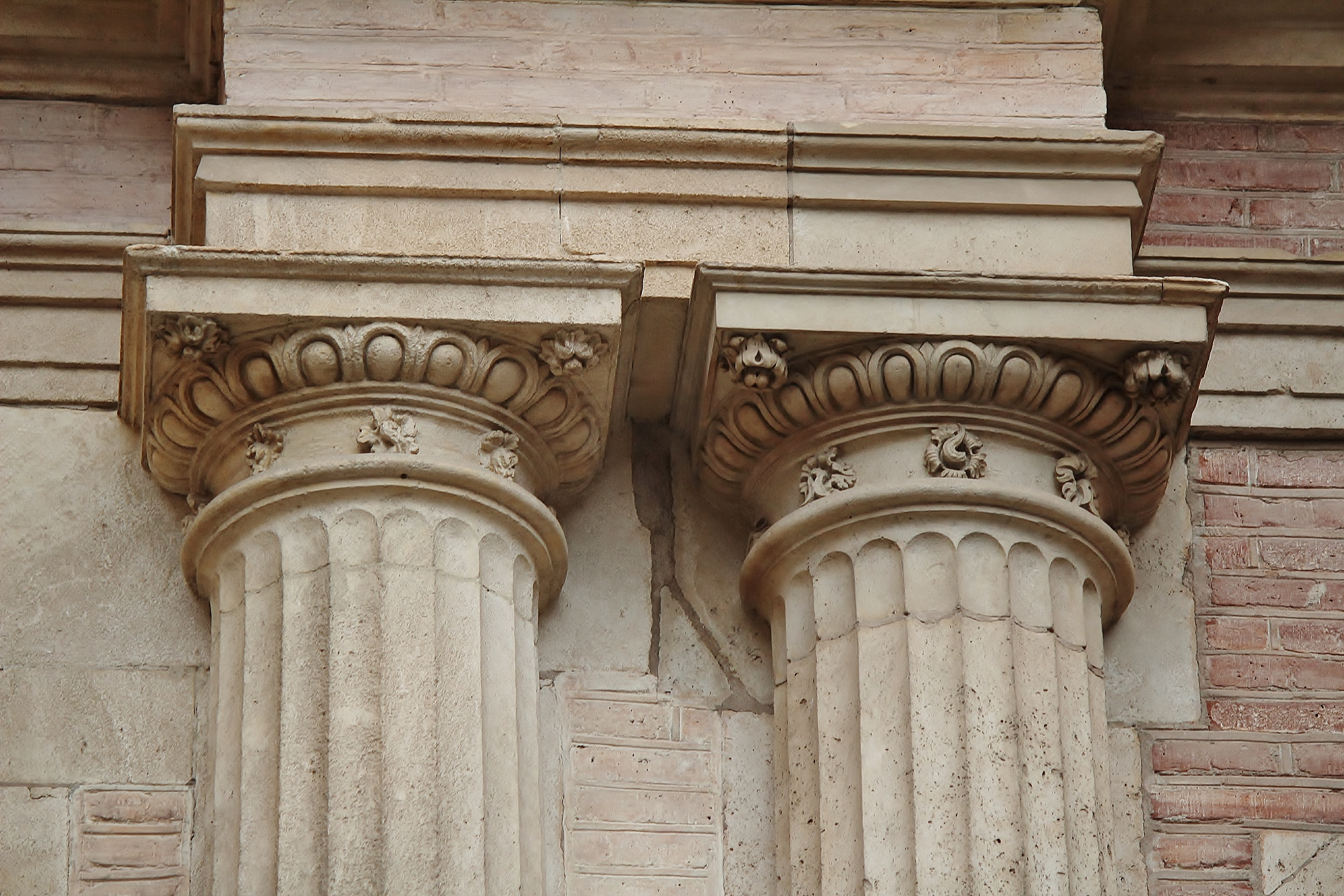
Chapiteaux doriques à l'hôtel d'Assézat.
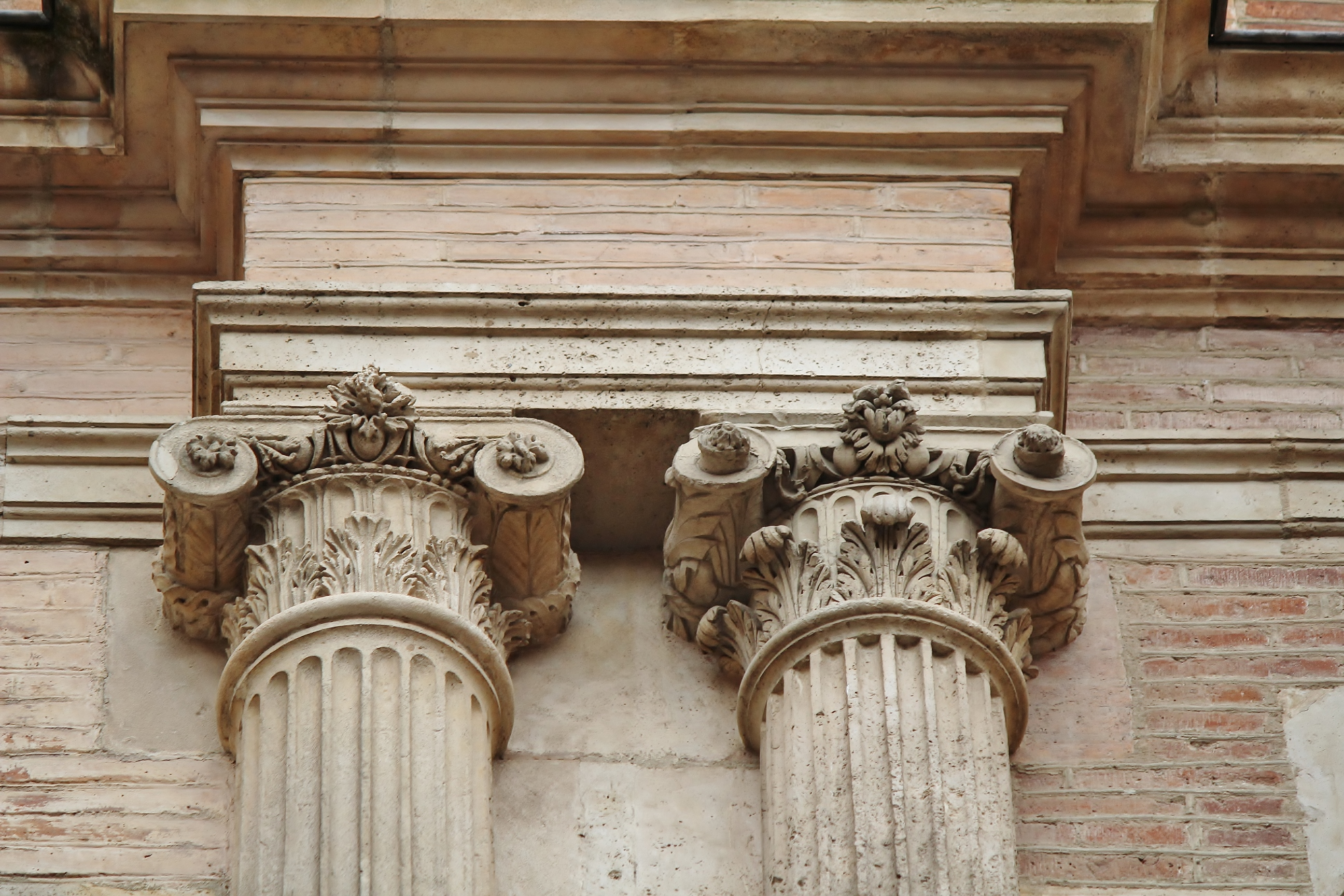
Chapiteaux ioniques à l'hôtel d'Assézat.
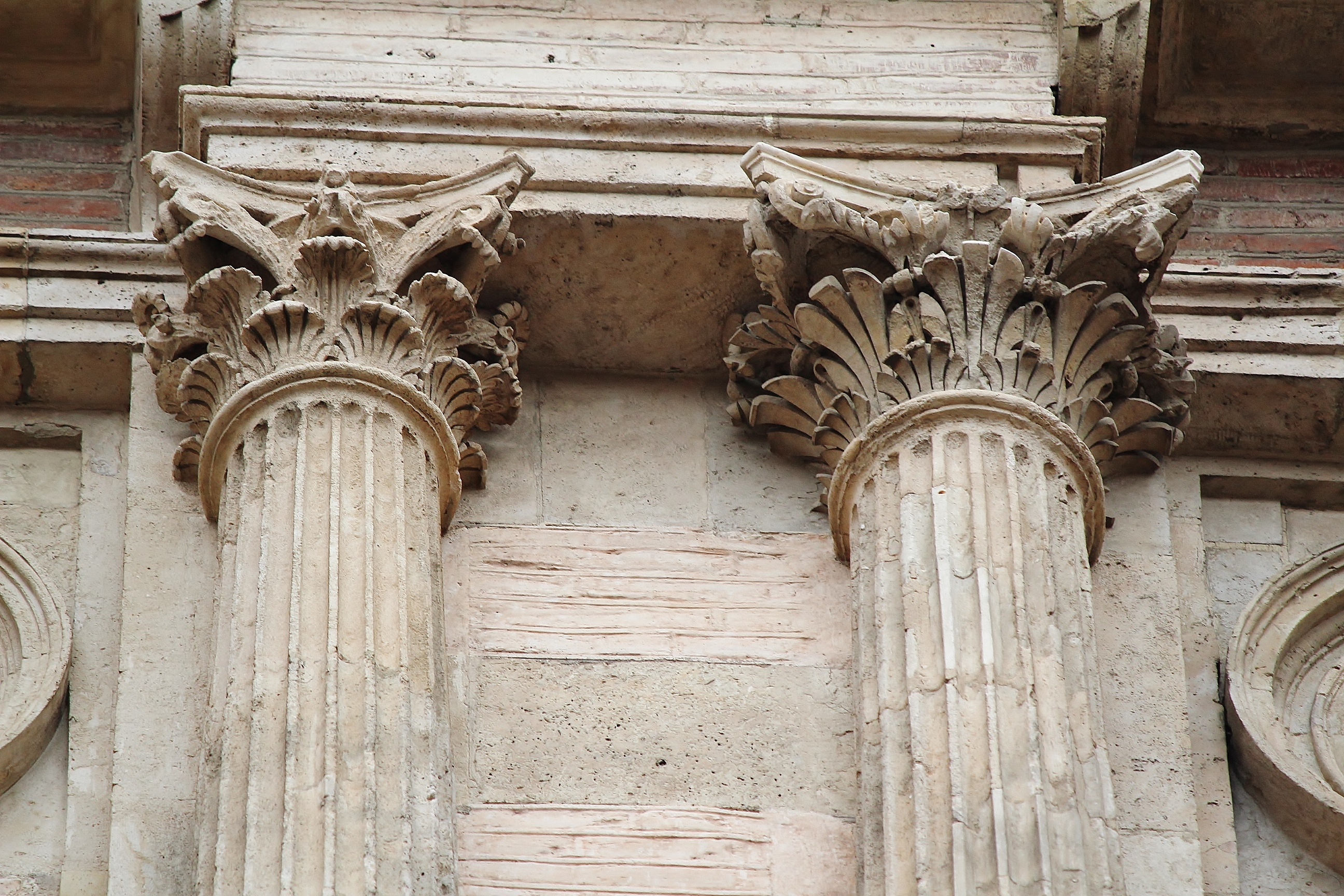
Chapiteaux corinthiens à l'hôtel d'Assézat.
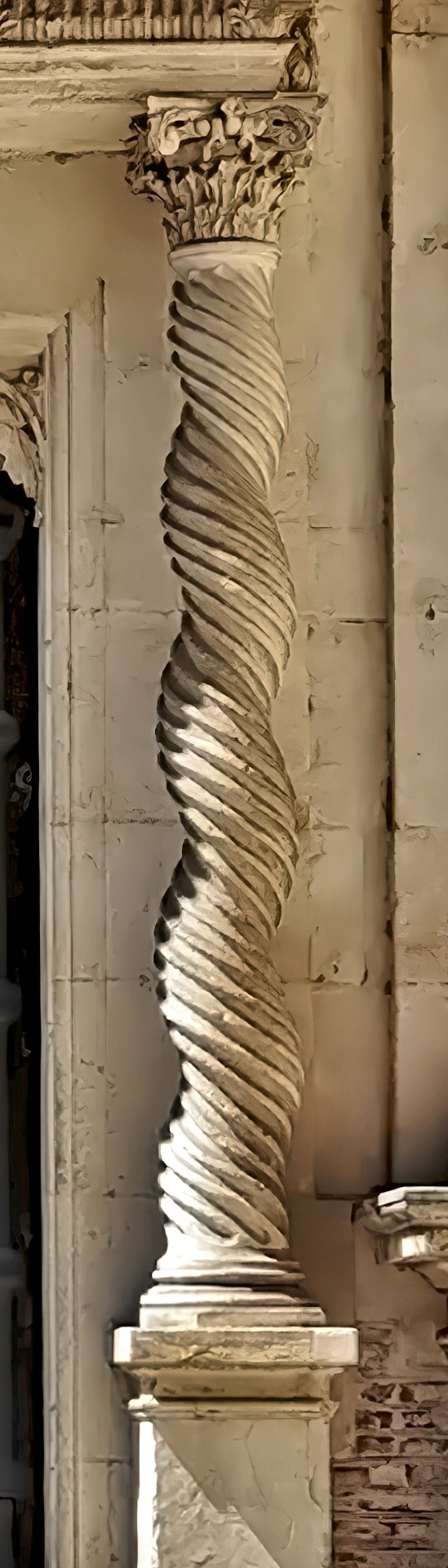
Colonne salomonique avec chapiteau composite à l'hôtel d'Assézat.
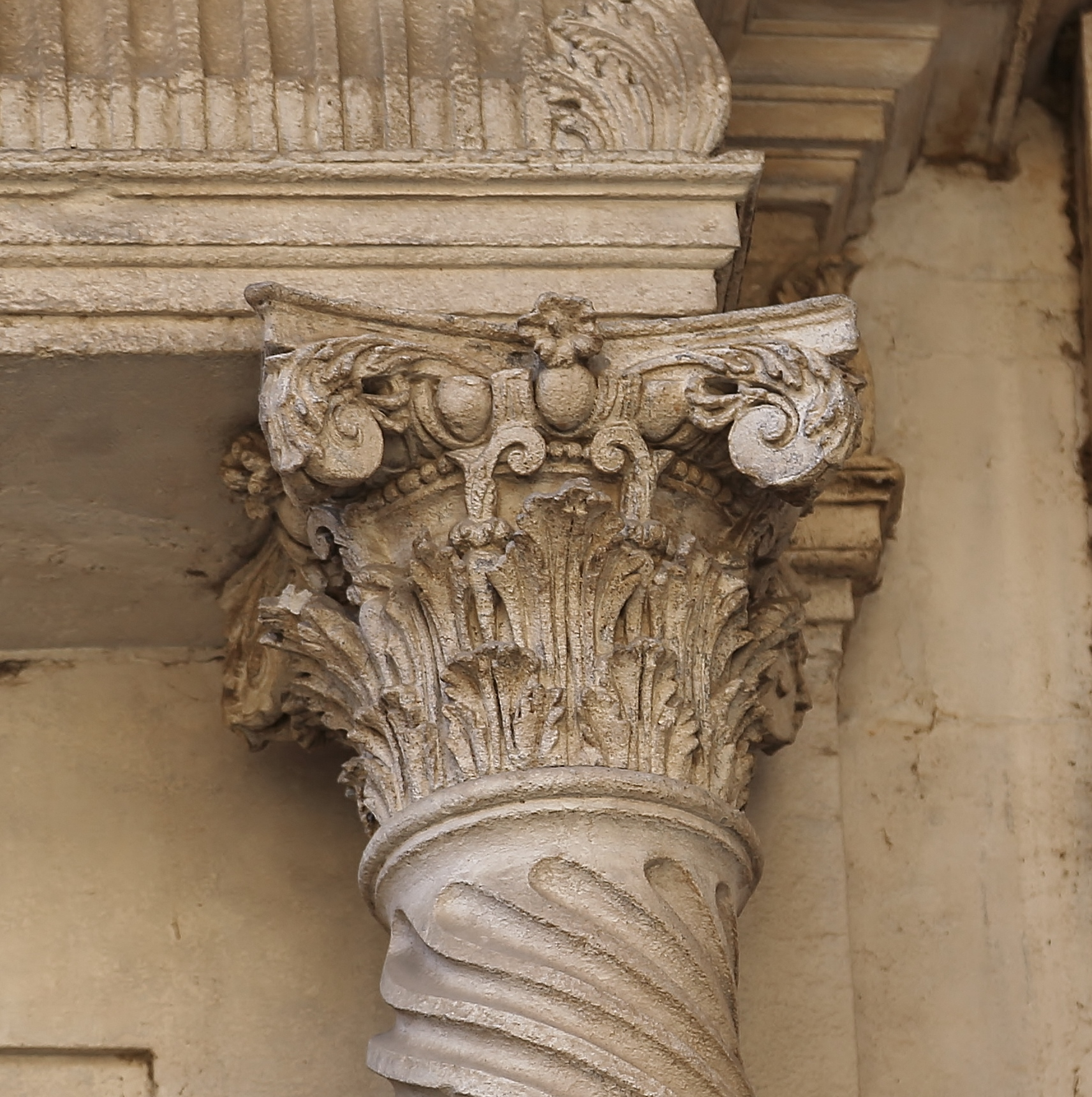
Chapiteau composite de la photo précédente.
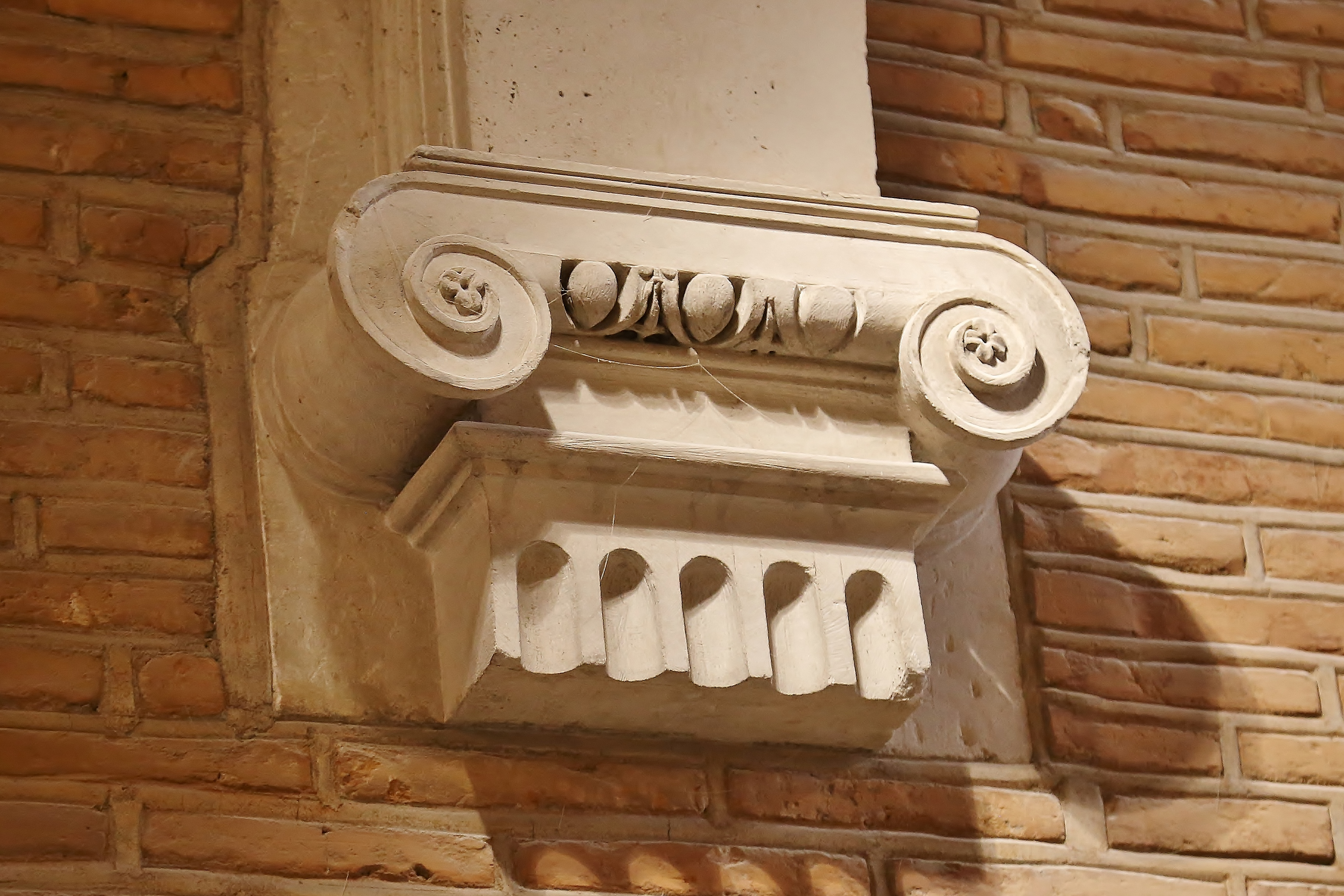
Chapiteau ionique dans l'escalier de l'hôtel d'Assézat.
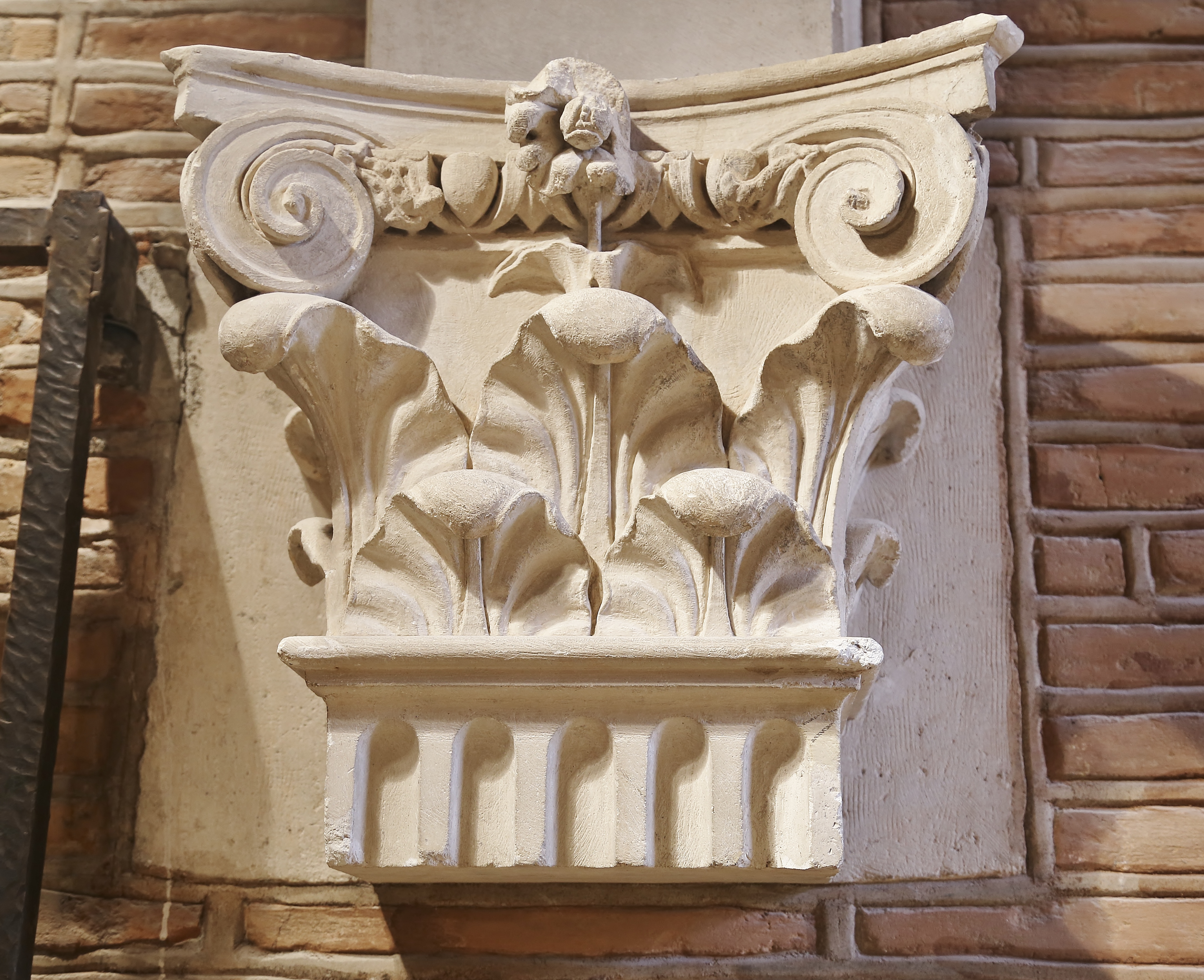
Chapiteau composite dans l'escalier de l'hôtel d'Assézat.
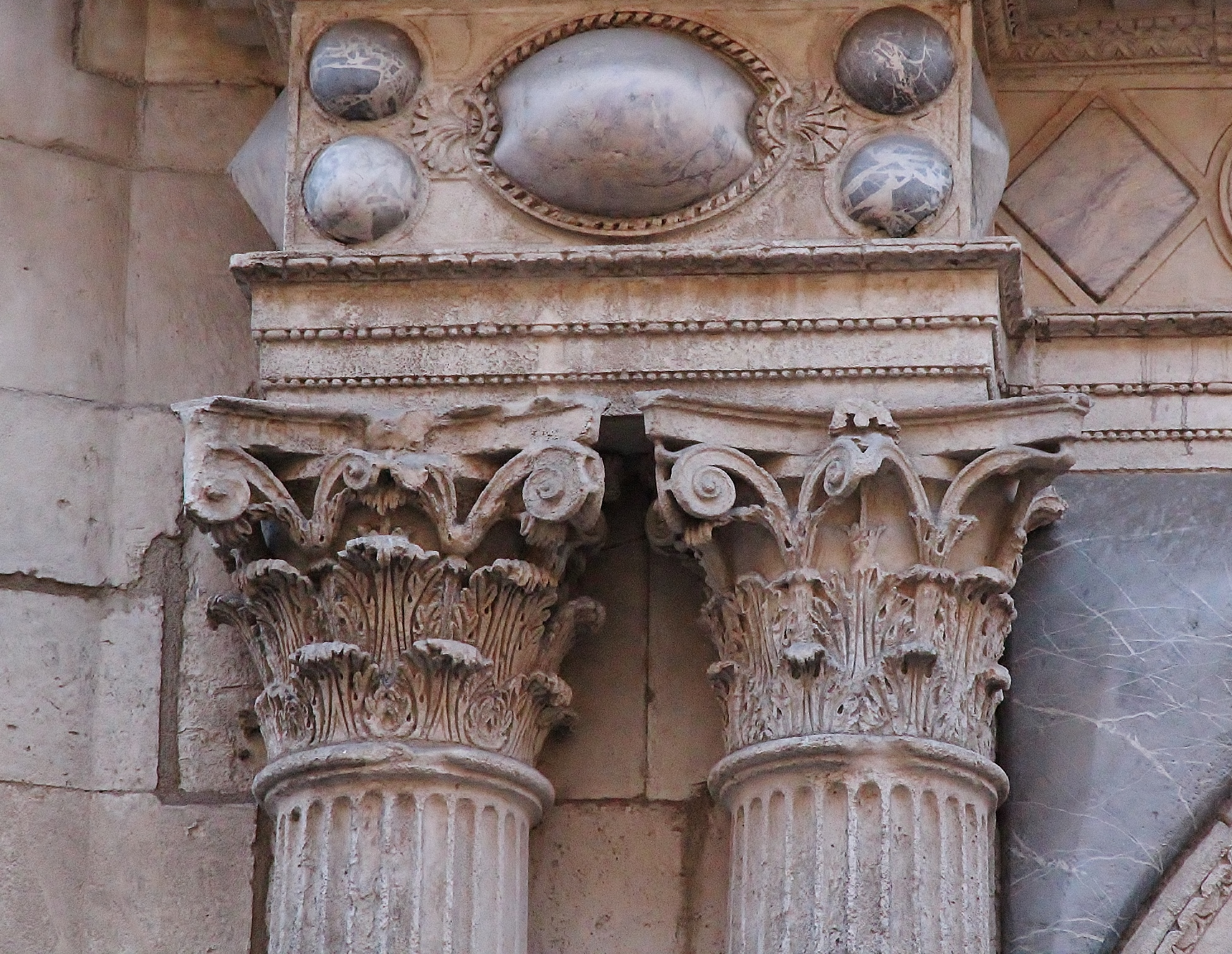
Chapiteaux corinthiens à l'hôtel Molinier.
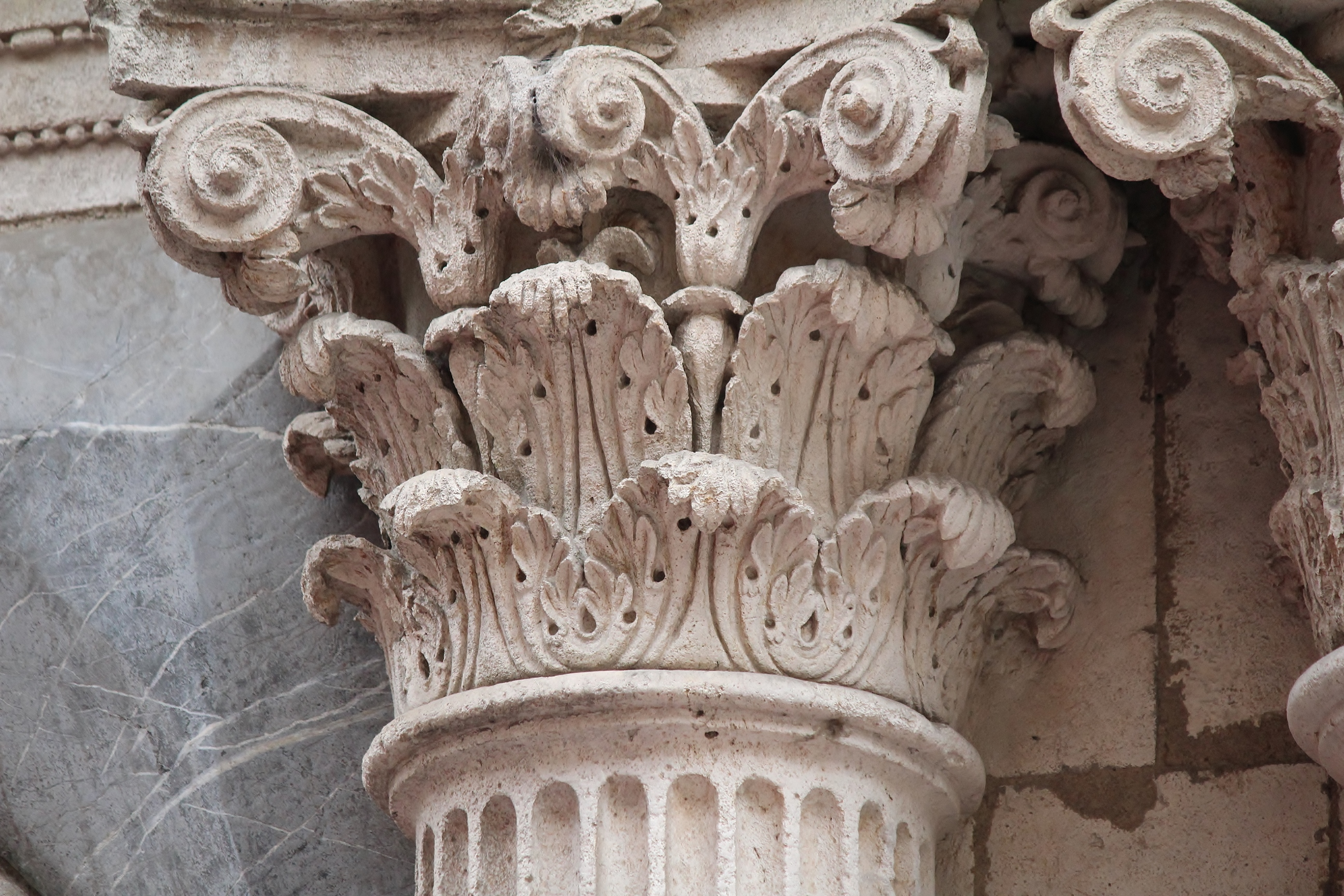
Feuilles de laurier à l'hôtel Molinier.
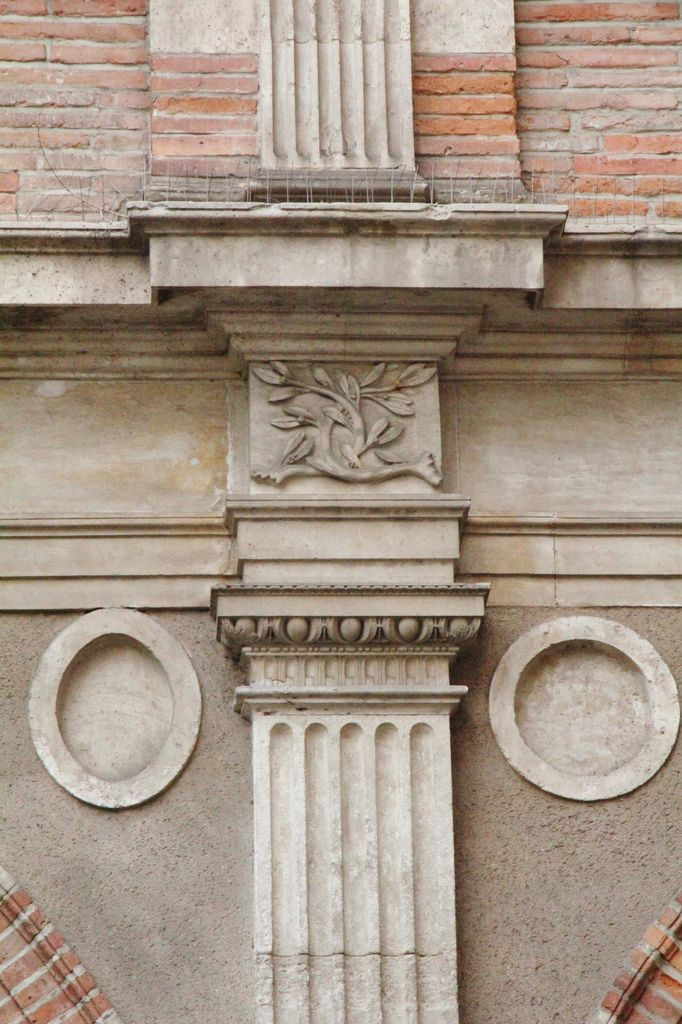
Chapiteau dorique à l'hôtel Potier-Laterrasse.
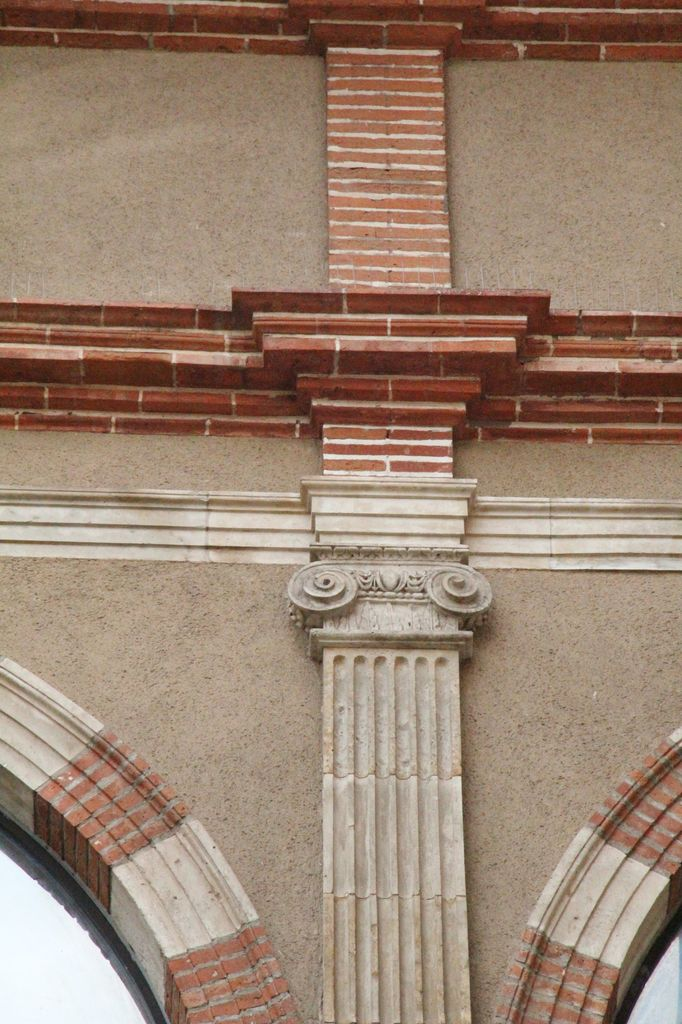
Chapiteau ionique à l'hôtel Potier-Laterrasse.
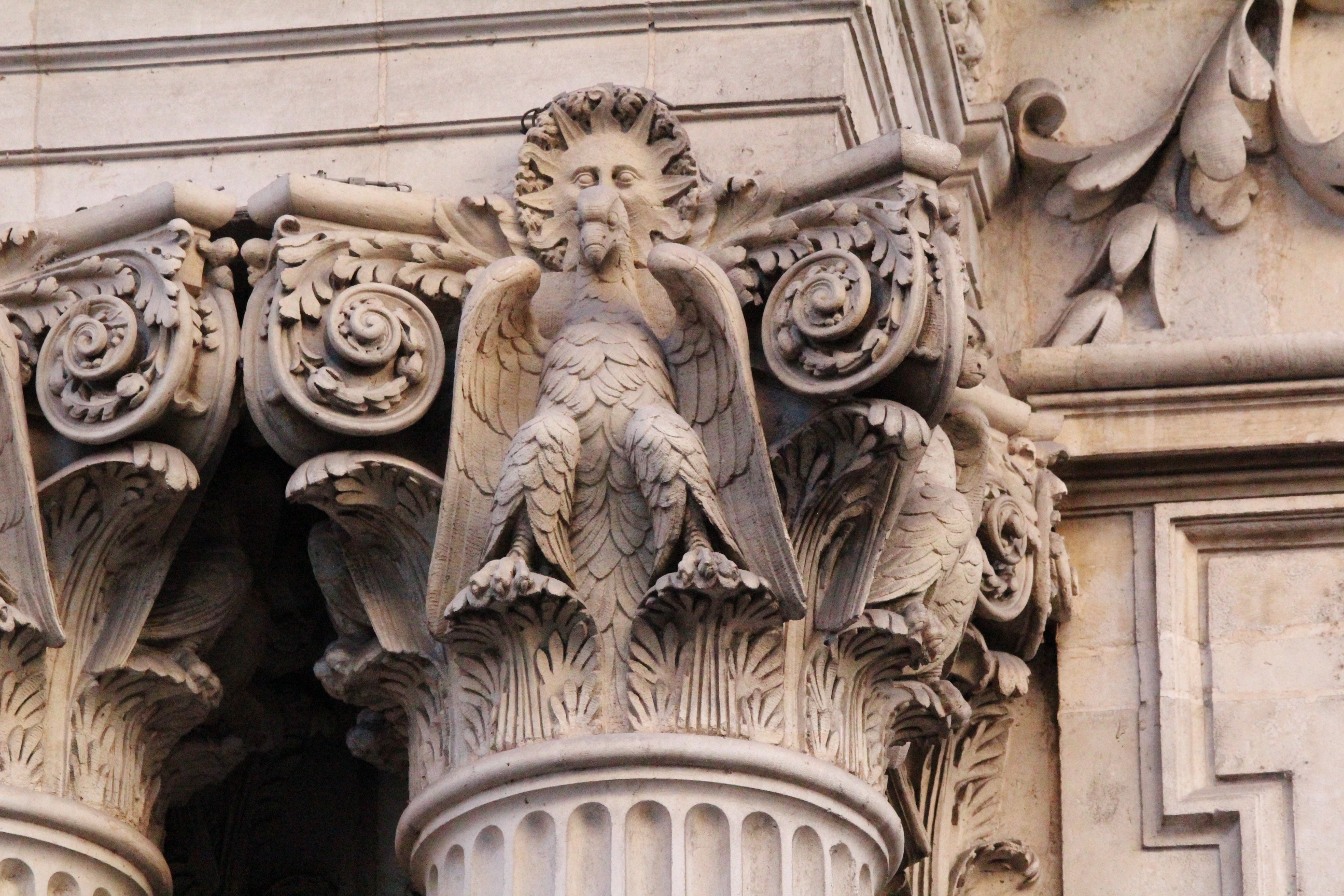
L'aigle des Clary mêle ses plumes aux feuilles de laurier sur ce chapiteau composite de l'hôtel de Clary (ou hôtel de pierre).

### L'ordre caryatide

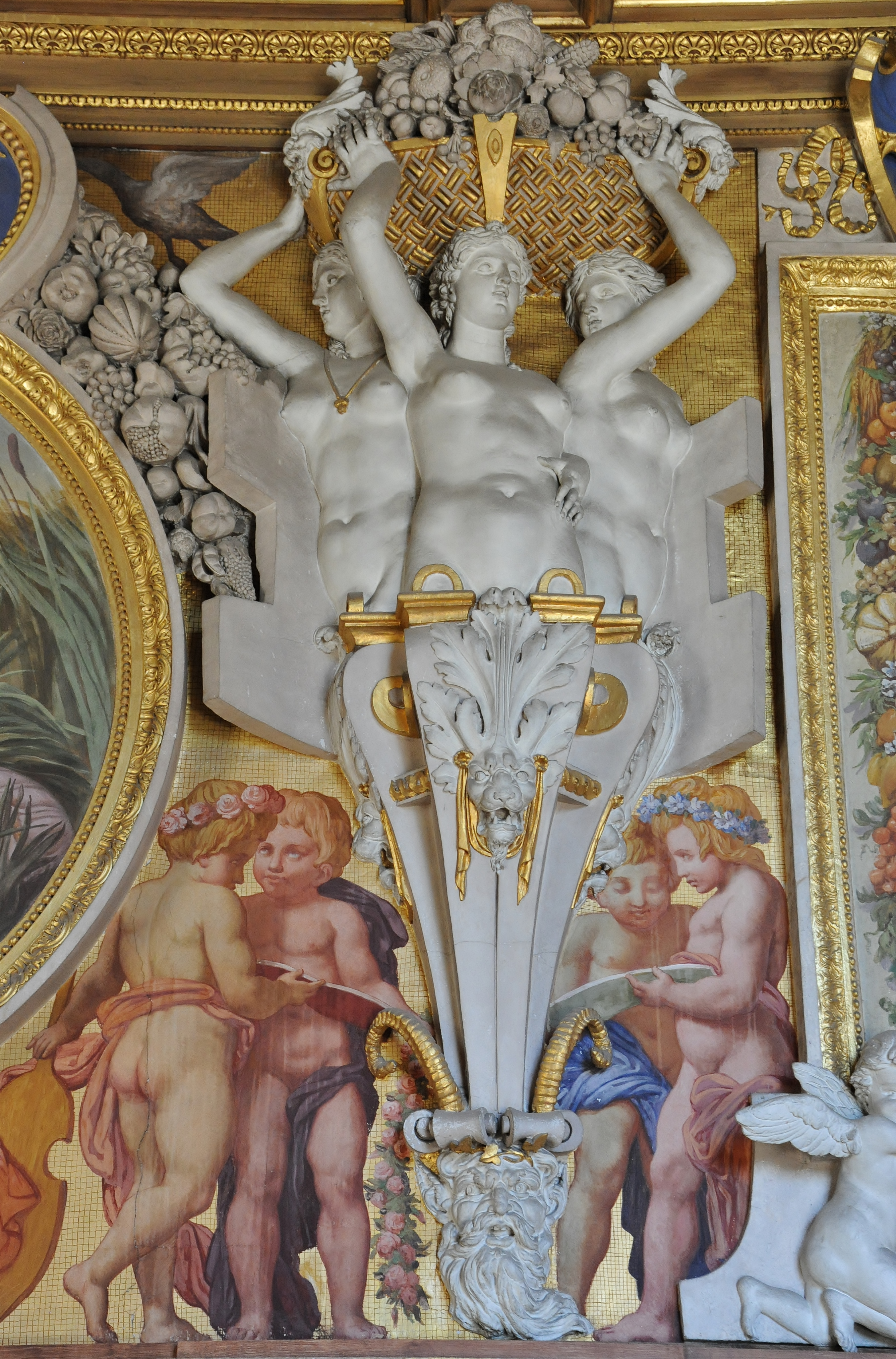
Château de Fontainebleau : certaines réalisations toulousaines se rapprochent de modèles bellifontains en stuc des années 1530 (ici décor de la galerie François Ier).

Après 1540 les encadrements de portes et de fenêtres de la Renaissance furent souvent le terrain d'expression de l'ordre caryatide, évolution du style classique. Ces supports anthropomorphes, en termes (sans bras et engainés) ou en atlantes et caryatides (portant de leurs bras une charge ou un entablement, souvent aussi engainés), connurent à Toulouse de spectaculaires réalisations. Inspirés des stucs des châteaux royaux de Madrid ou de Fontainebleau et de traités architecturaux tels ceux de Philibert Delorme, Jacques Androuet du Cerceau, Marcantonio Raimondi, ils furent déclinés pendant plusieurs décennies.
Les sculpteurs toulousains adoptèrent des conventions qui rendent difficile l'attribution de la paternité des œuvres : coiffures et visages de Vénus pour les femmes, barbe et sourcils froncés pour les hommes. Ces œuvres s'inspirent de la terribilità de Michel-Ange mais aussi d'une connaissance littéraire et érudite du Zeus chryséléphantin d'Olympie auquel le sculpteur Phidias avait donné des sourcils ténébreux tirés des vers d'Homère.
Pour cette raison, à partir du XVIIe siècle un grand nombre de ces œuvres furent attribuées à l'architecte et sculpteur Nicolas Bachelier, dont une légende prétendait qu'il avait été l'élève du grand Michel-Ange. Ces attributions incertaines ont posé et posent encore des difficultés quant à la datation des œuvres. Ainsi les historiens discutent-ils encore de l'ancienneté du plus emblématique portail de ce type : celui de la cour de l'hôtel de Bagis (ou hôtel de pierre) aux célèbres atlantes vieillards. Daté de l'année 1538 et attribué à Nicolas Bachelier pour certains, du début du XVIIe siècle et de l'atelier de Pierre Souffron pour d'autres, une publication plus récente évoque désormais la décennie 1550 et une ressemblance avec des gravures des cheminées du château de Madrid (détruit),,. Le même doute plane sur les spectaculaires fenêtres de l'hôtel du Vieux-Raisin : datent-elles du propriétaire Jean Burnet (à partir de 1547), greffier au Parlement de Toulouse, ou de l'évêque de Lombez Pierre de Lancrau, ce qui les daterait plutôt de 1580 à 1584 ?
Ce goût de la Renaissance toulousaine pour les atlantes et les caryatides prend toute son ampleur sur les fenêtres de l'hôtel du Vieux-Raisin (2e et 3e campagnes de construction). Certains atlantes dotés de coussins pour supporter leur charge se réfèrent au mythe des pommes d'or et au moment où Héraclès ruse en demandant à Atlas de reprendre un instant son fardeau (supporter le poids du ciel), le temps pour lui de trouver un coussin pour ses épaules. D'autres personnages sont humains pour le haut du corps alors que la partie inférieure est totalement animale, inspirés des décors en stuc de la galerie du roi au château de Fontainebleau. Enfin sur une partie de ces atlantes et caryatides, des têtes sont représentées au niveau de l'entrejambe : masque grimaçant pour les hommes, tête d'enfant pour les femmes, entre fécondité et passions sexuelles.

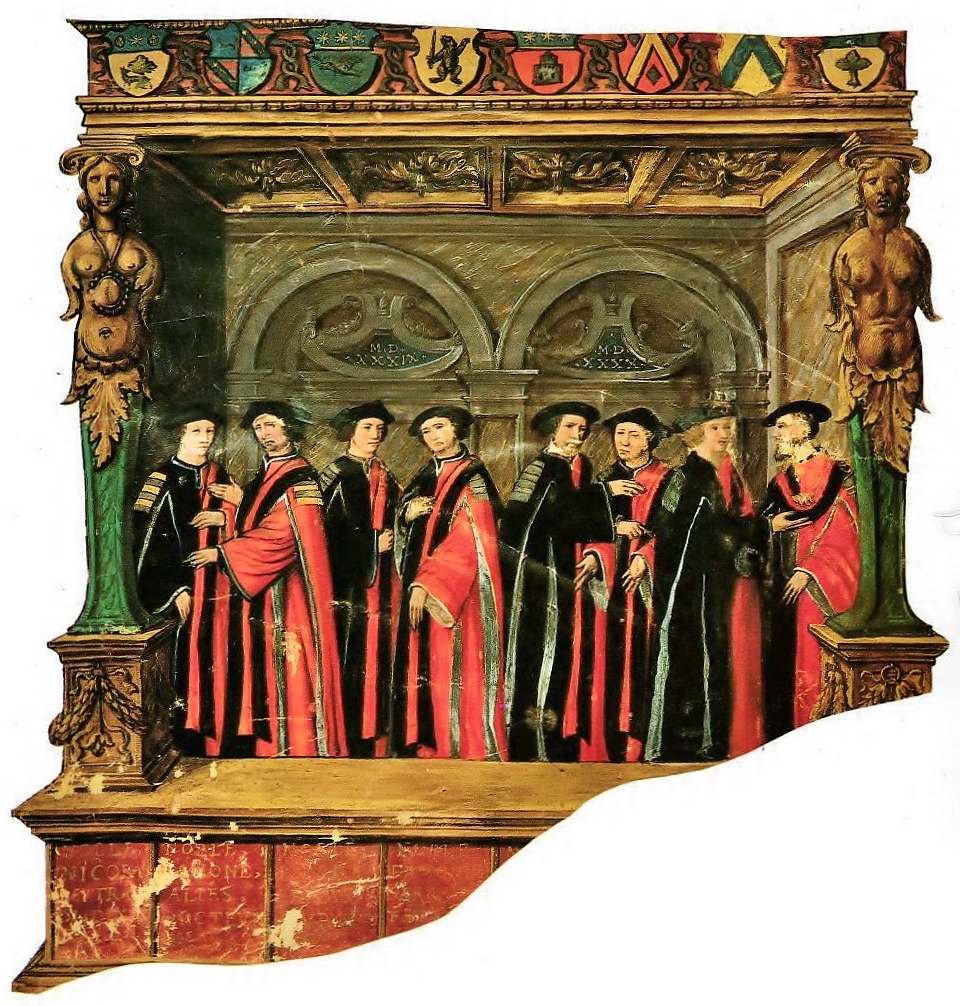
Pour la première fois à Toulouse, deux termes féminins d'ordre ionique apparaissent dans l'enluminure des Annales manuscrites présentant les capitouls de l'année 1539-1540.
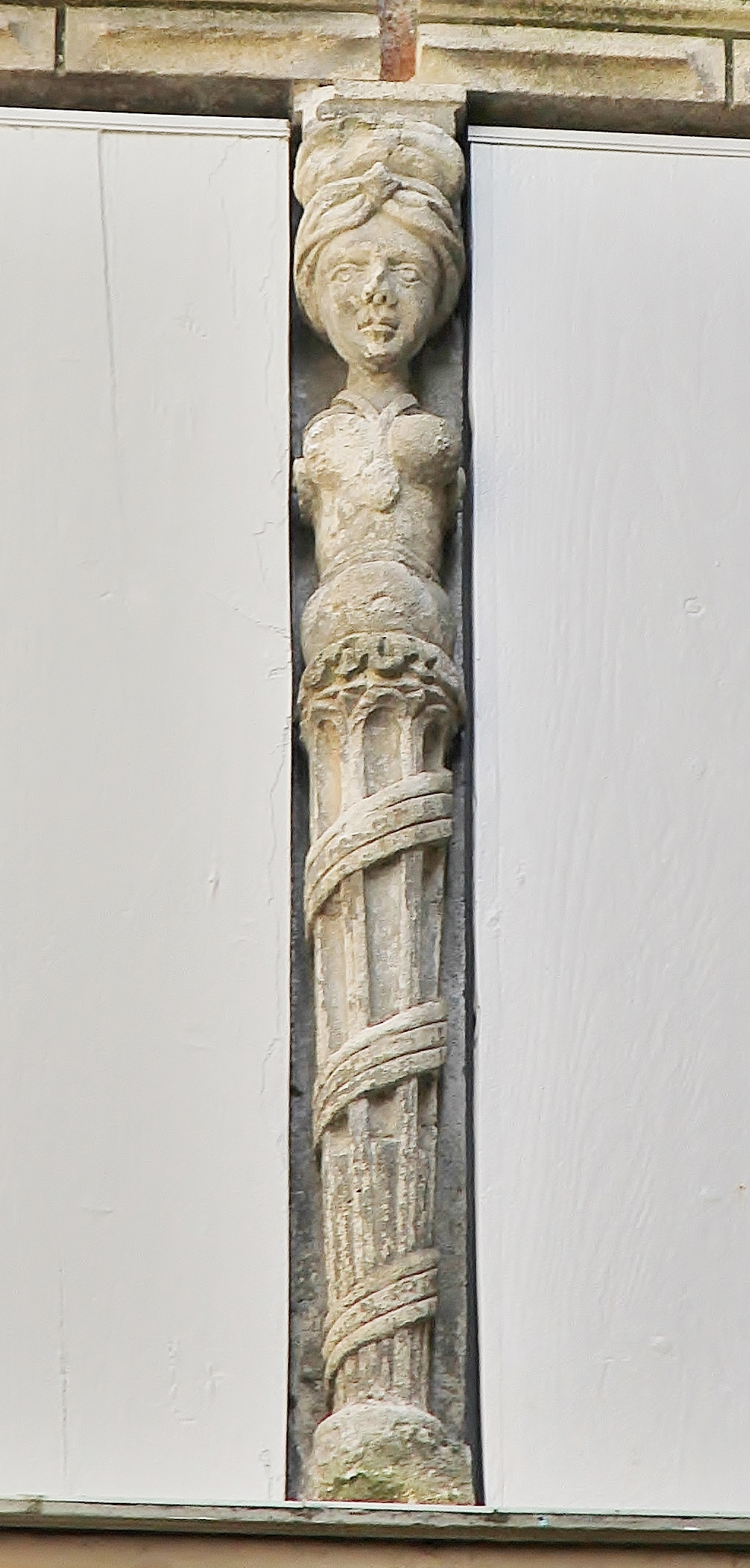
18 rue des Paradoux (cour).
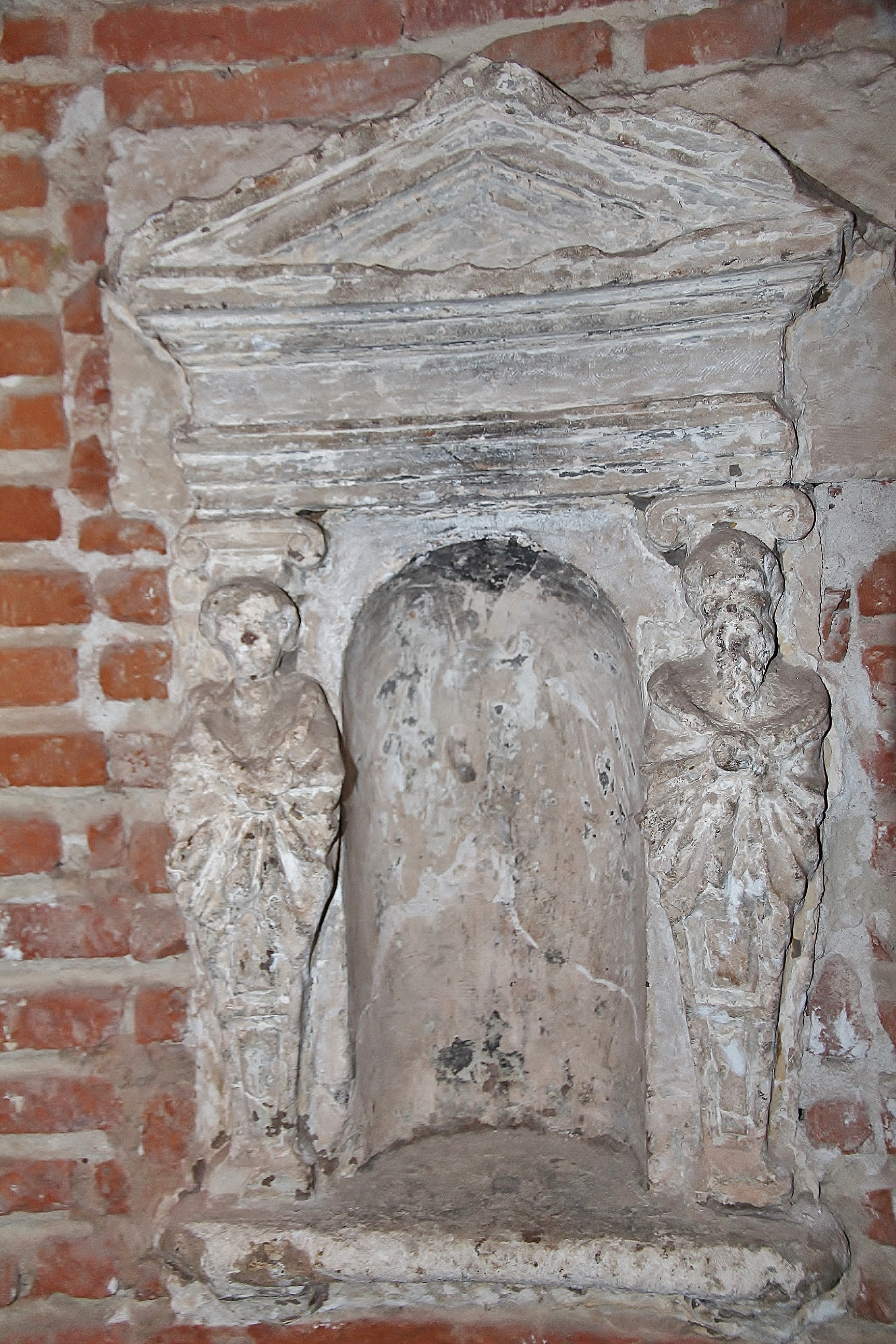
Hôtel de Brucelles : niche décorée de termes vêtus à l'antique dans l'escalier de la tour.
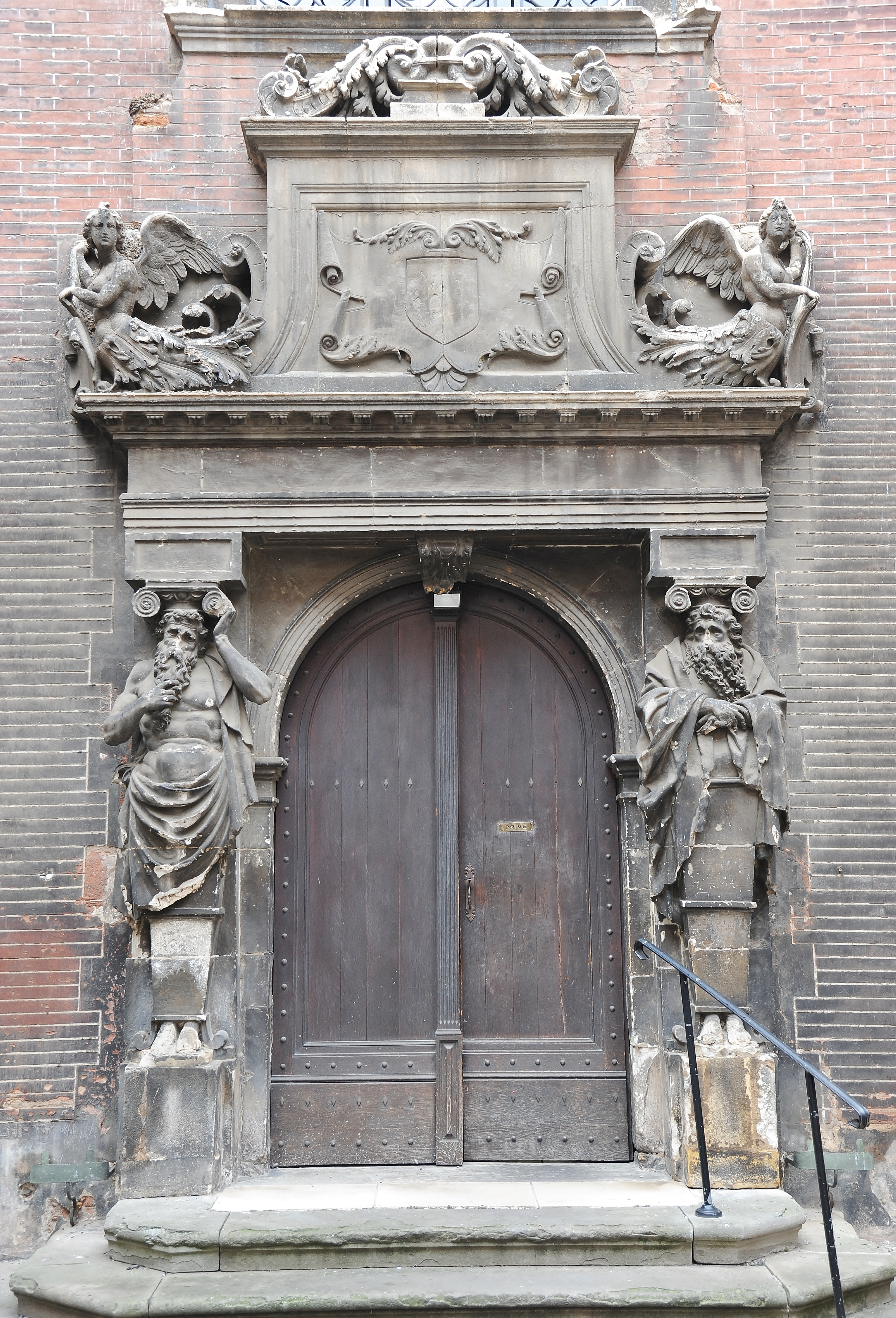
Hôtel de Bagis (ou hôtel de pierre).
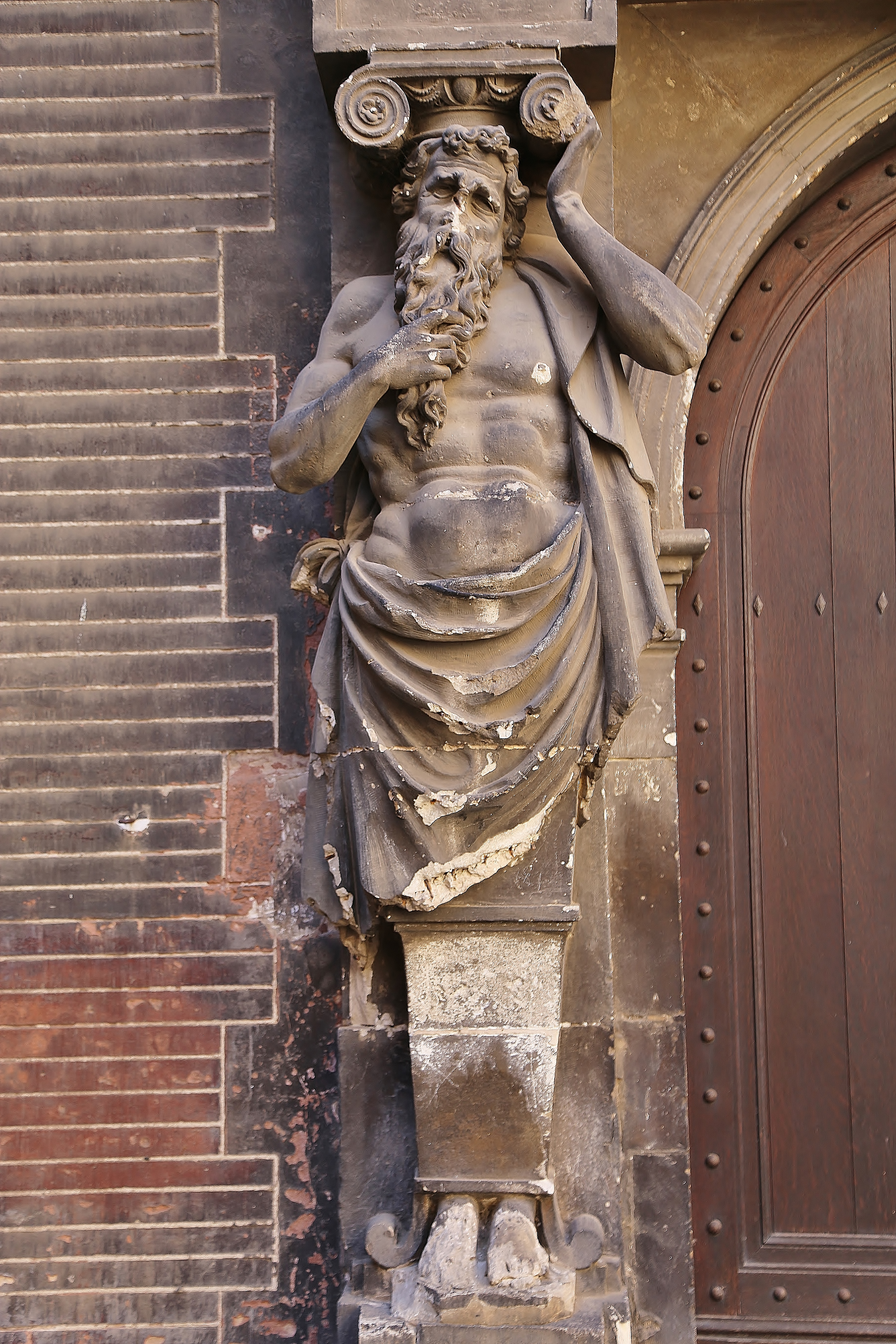
Hôtel de Bagis.
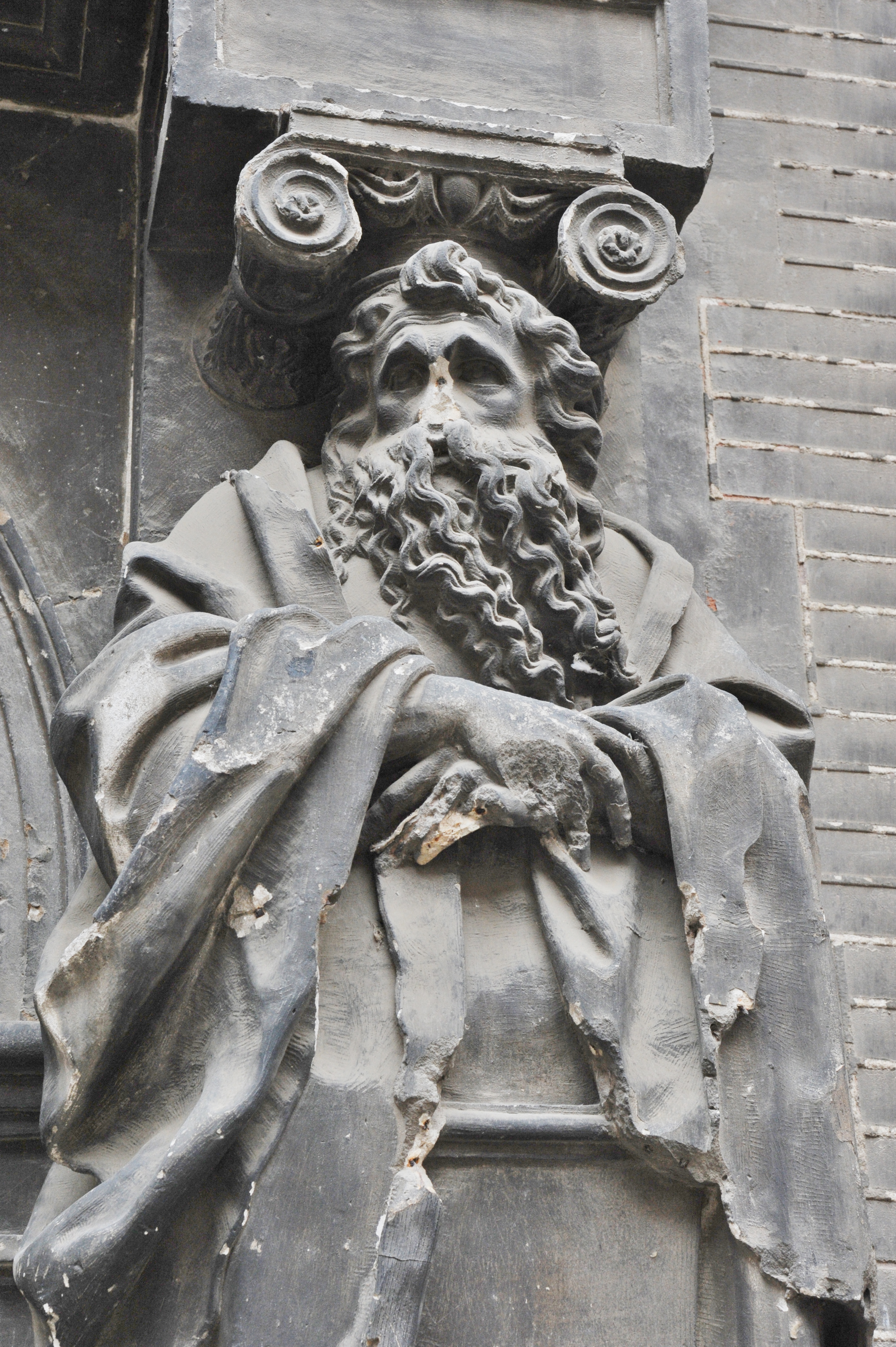
Hôtel de Bagis.
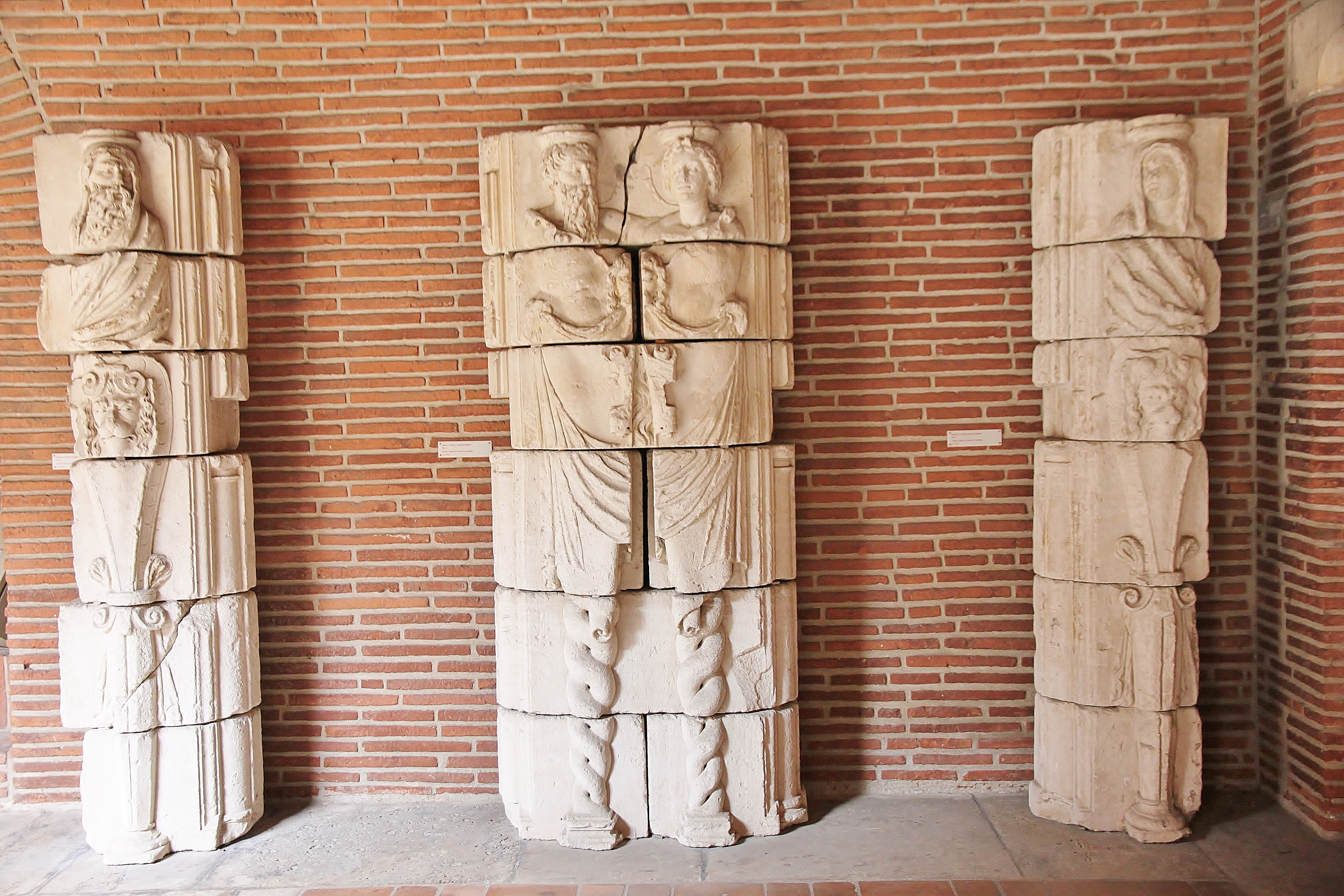
Ancien hôtel du Faur de Saint-Jory.
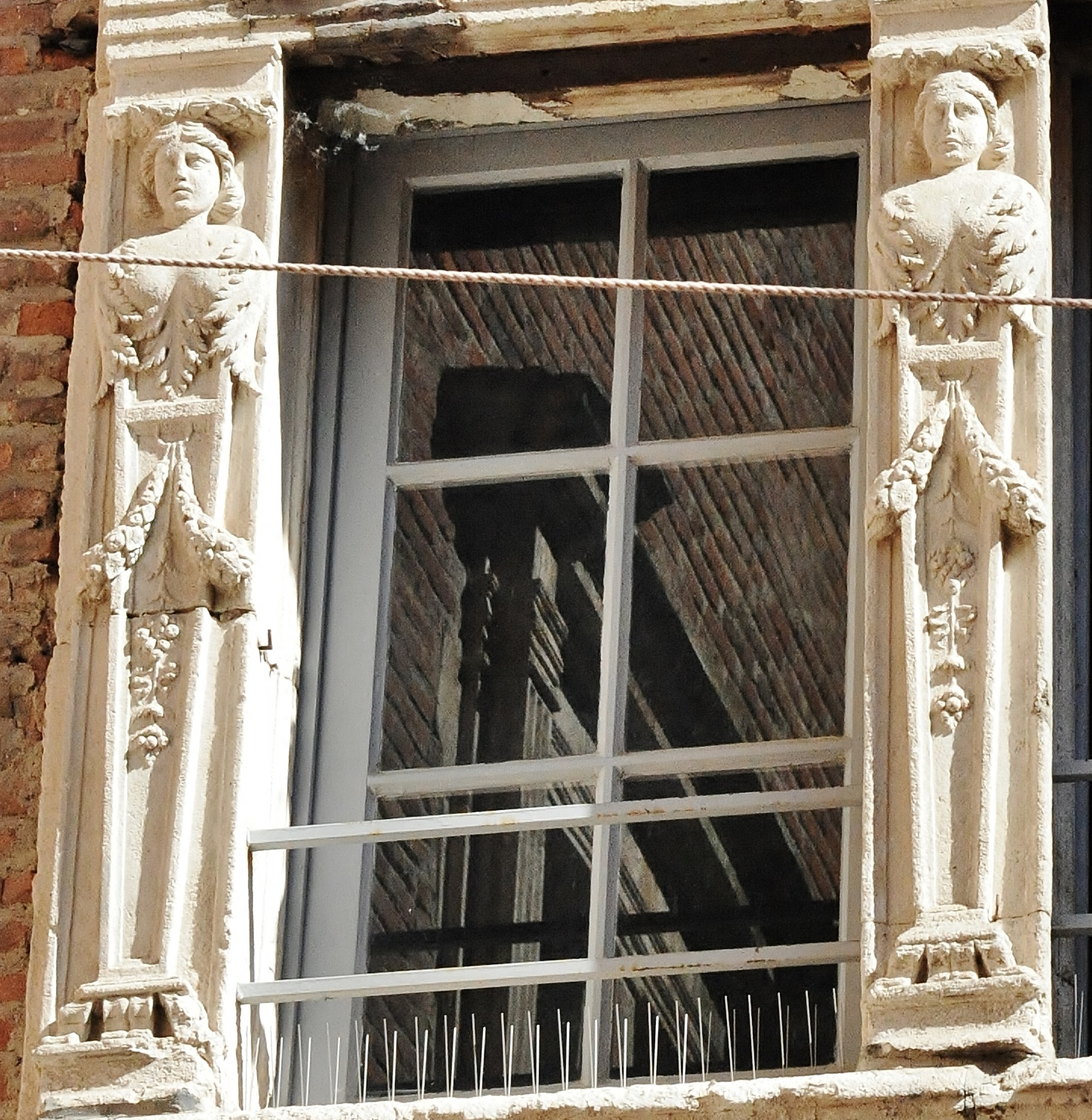
Hôtel Boysson-Cheverry.
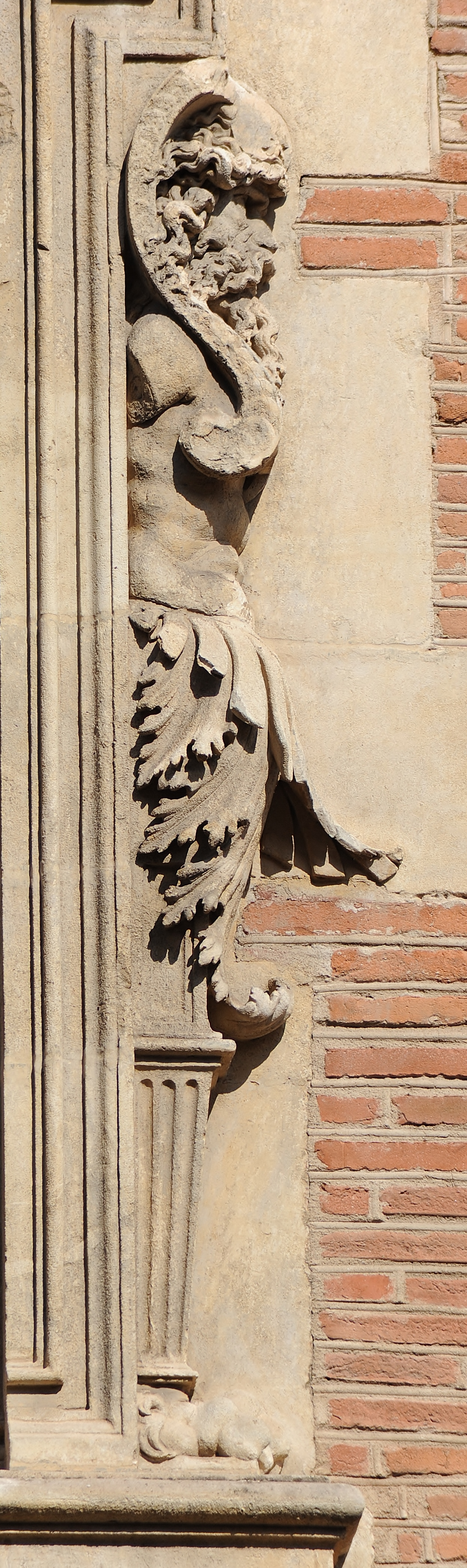
Hôtel du Vieux-Raisin.
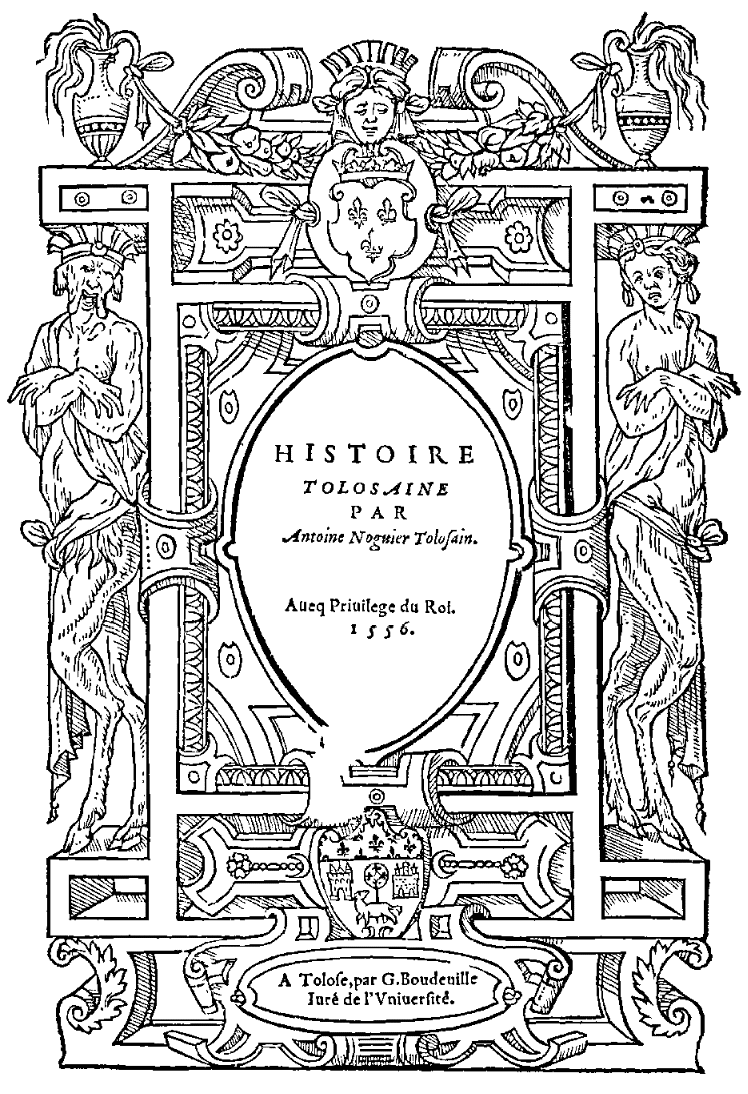
Termes sur la page de titre de l'Histoire tolosaine d'Antoine Noguier (1556).
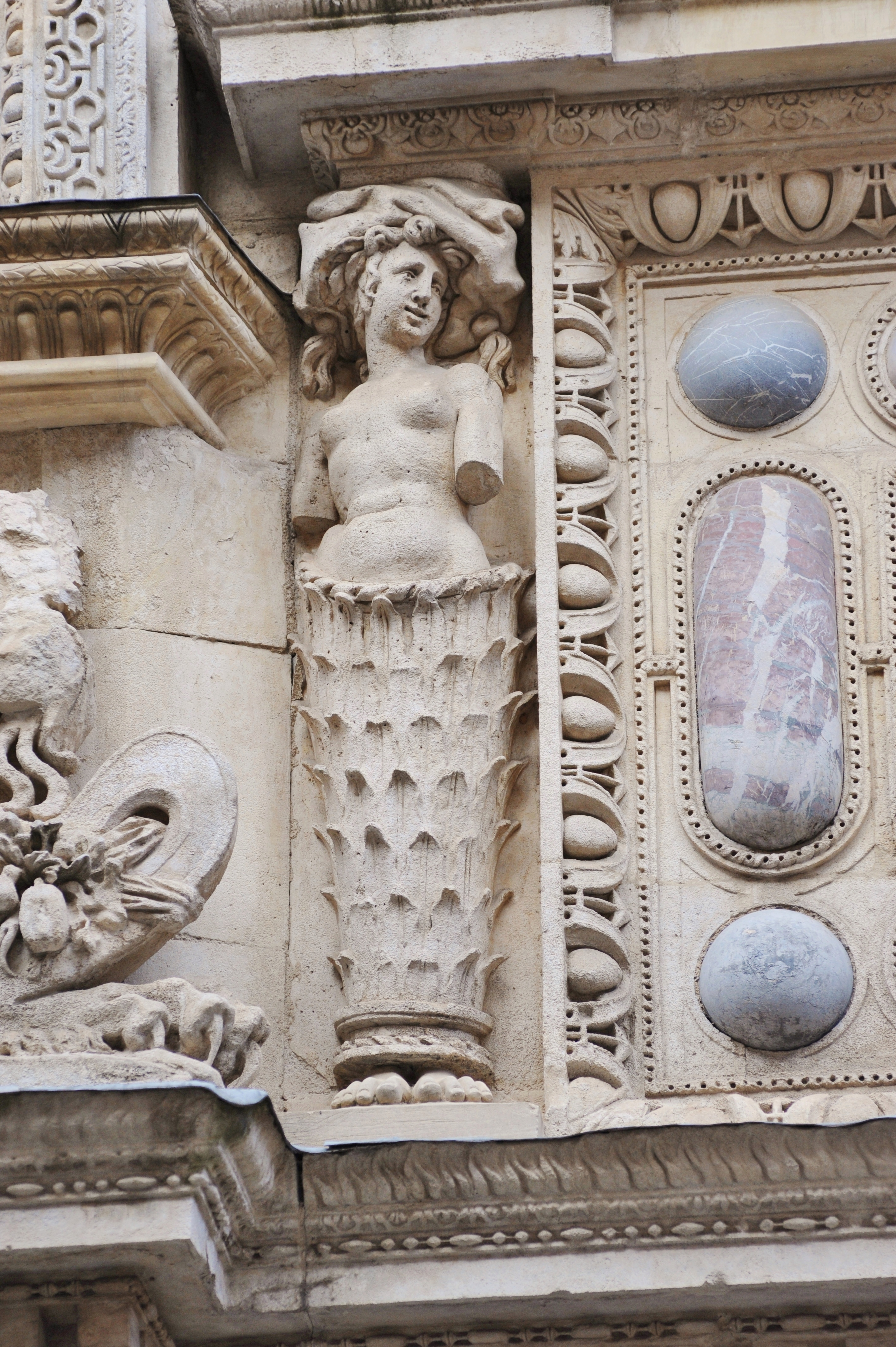
Hôtel Molinier.
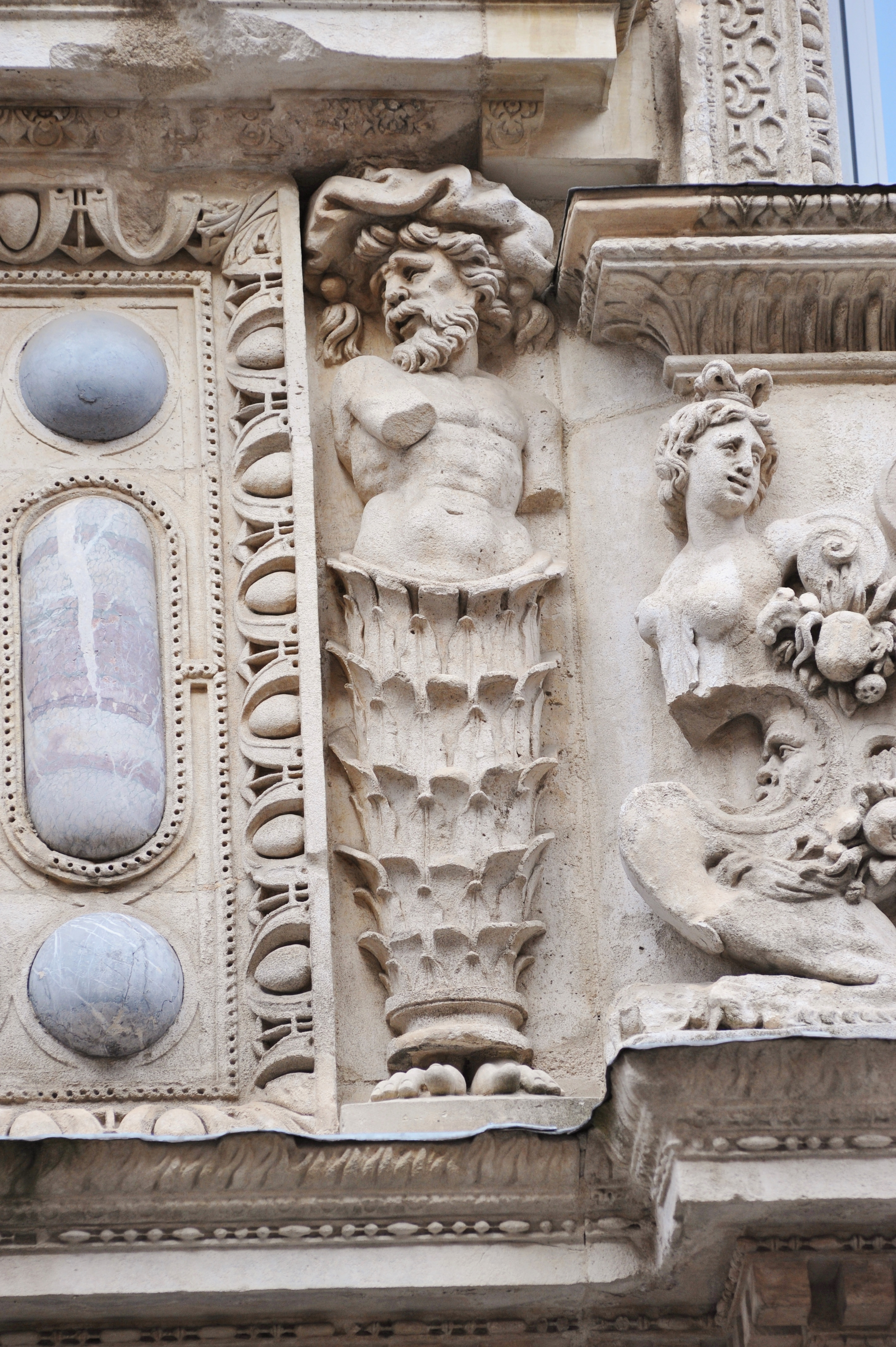
Hôtel Molinier.
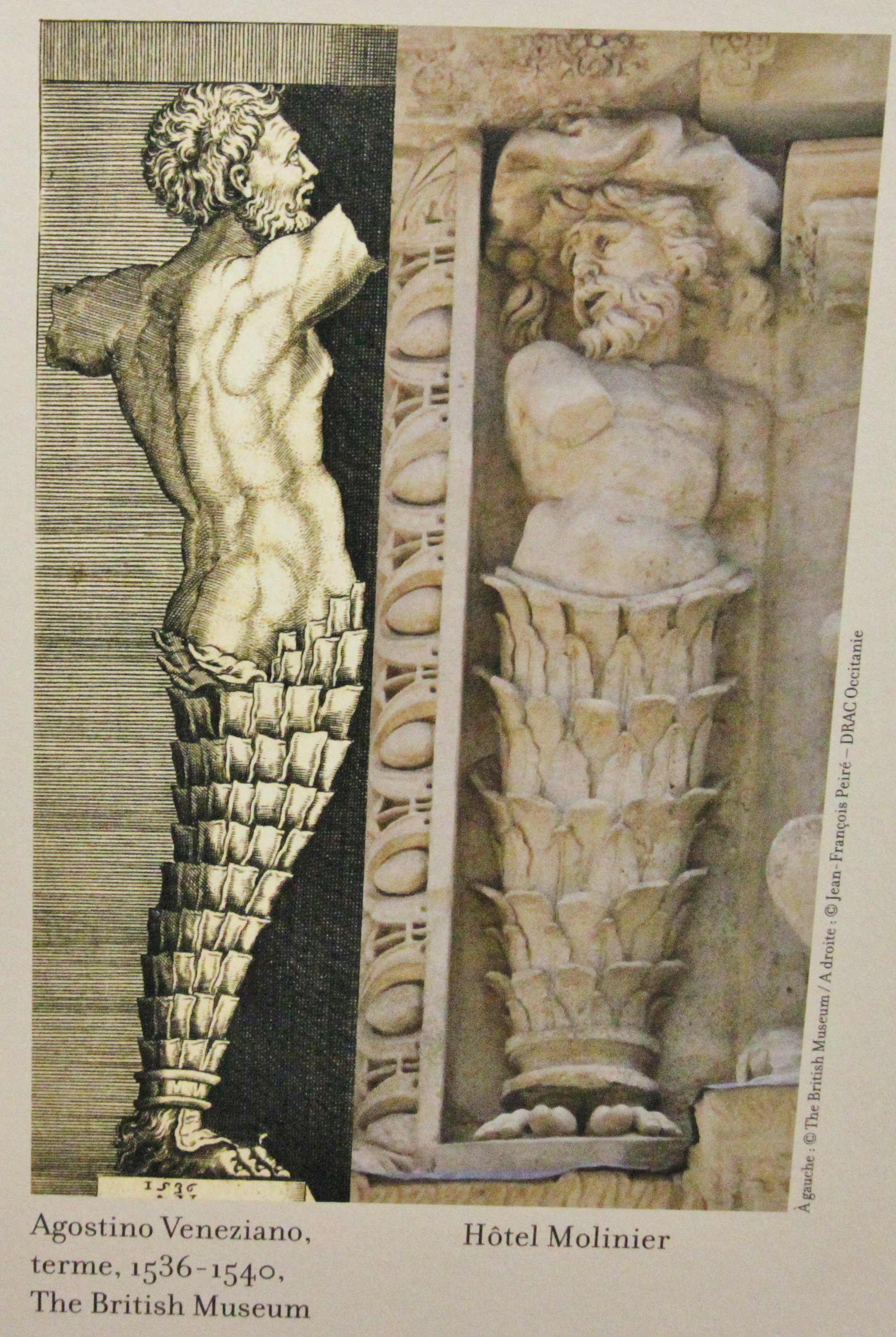
Cette gravure de Veneziano, élève de Raimondi, a inspiré les termes de l'hôtel Molinier.
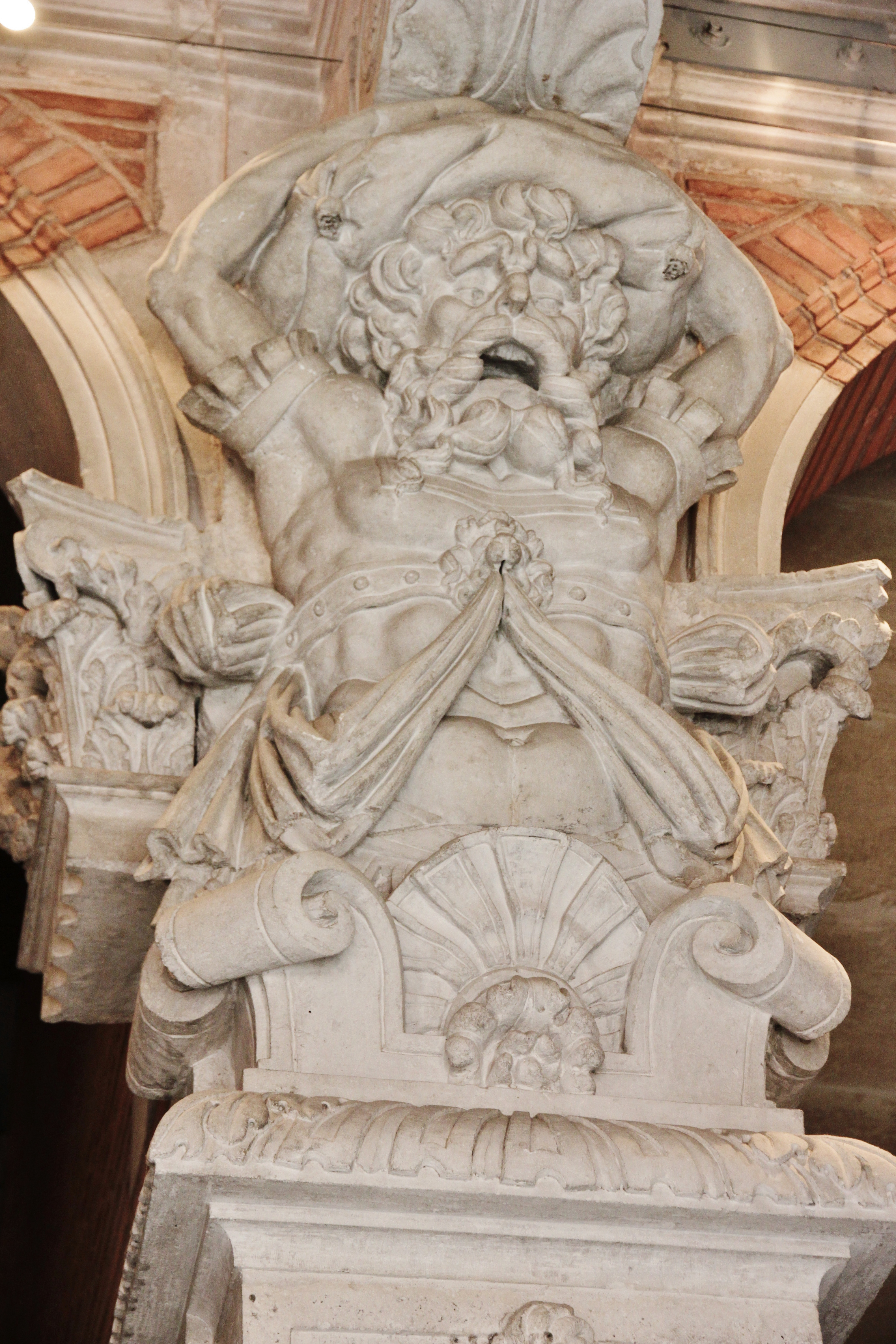
Hôtel d'Assézat (escalier).
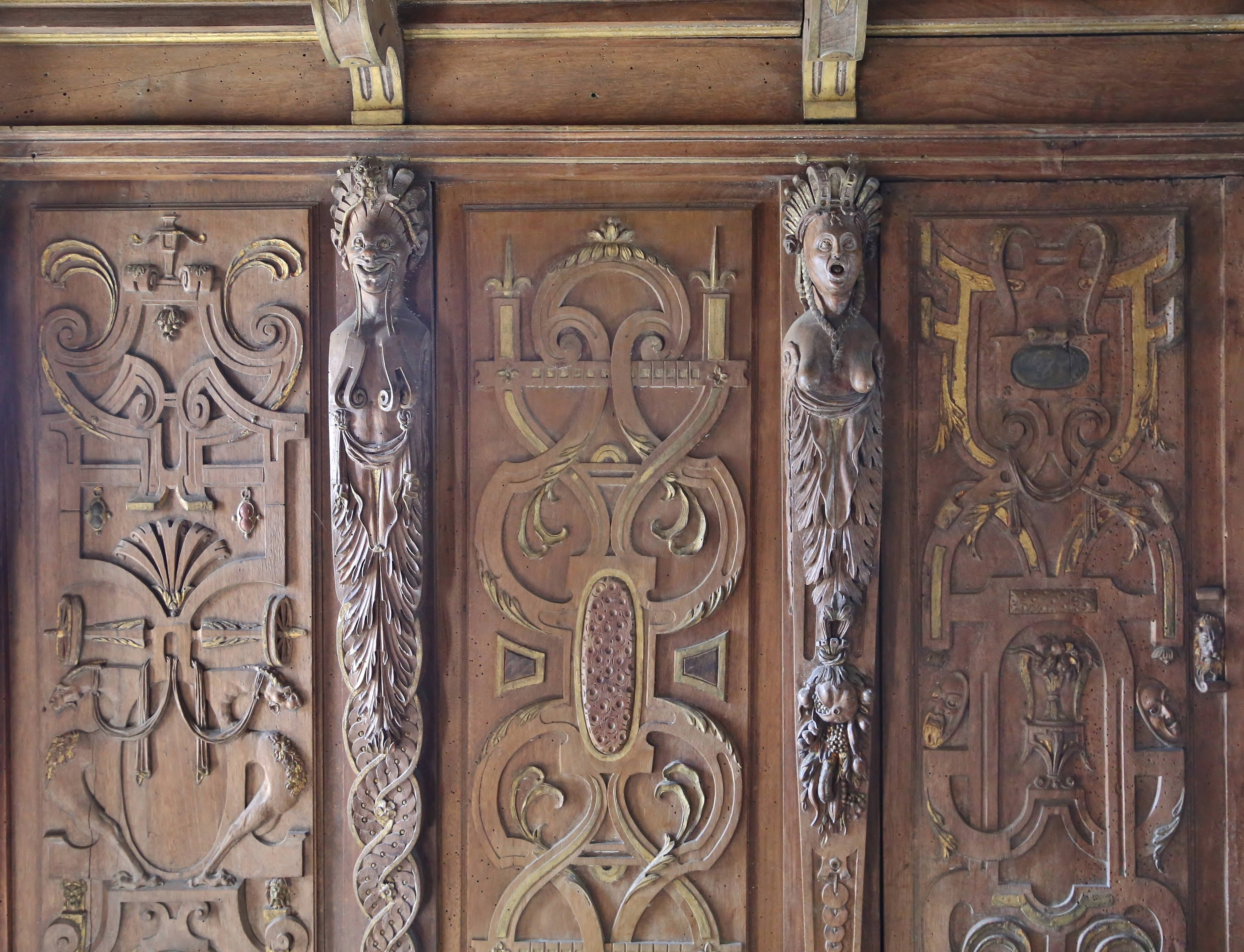
Boiseries du cabinet des quatrains au château de Pibrac.
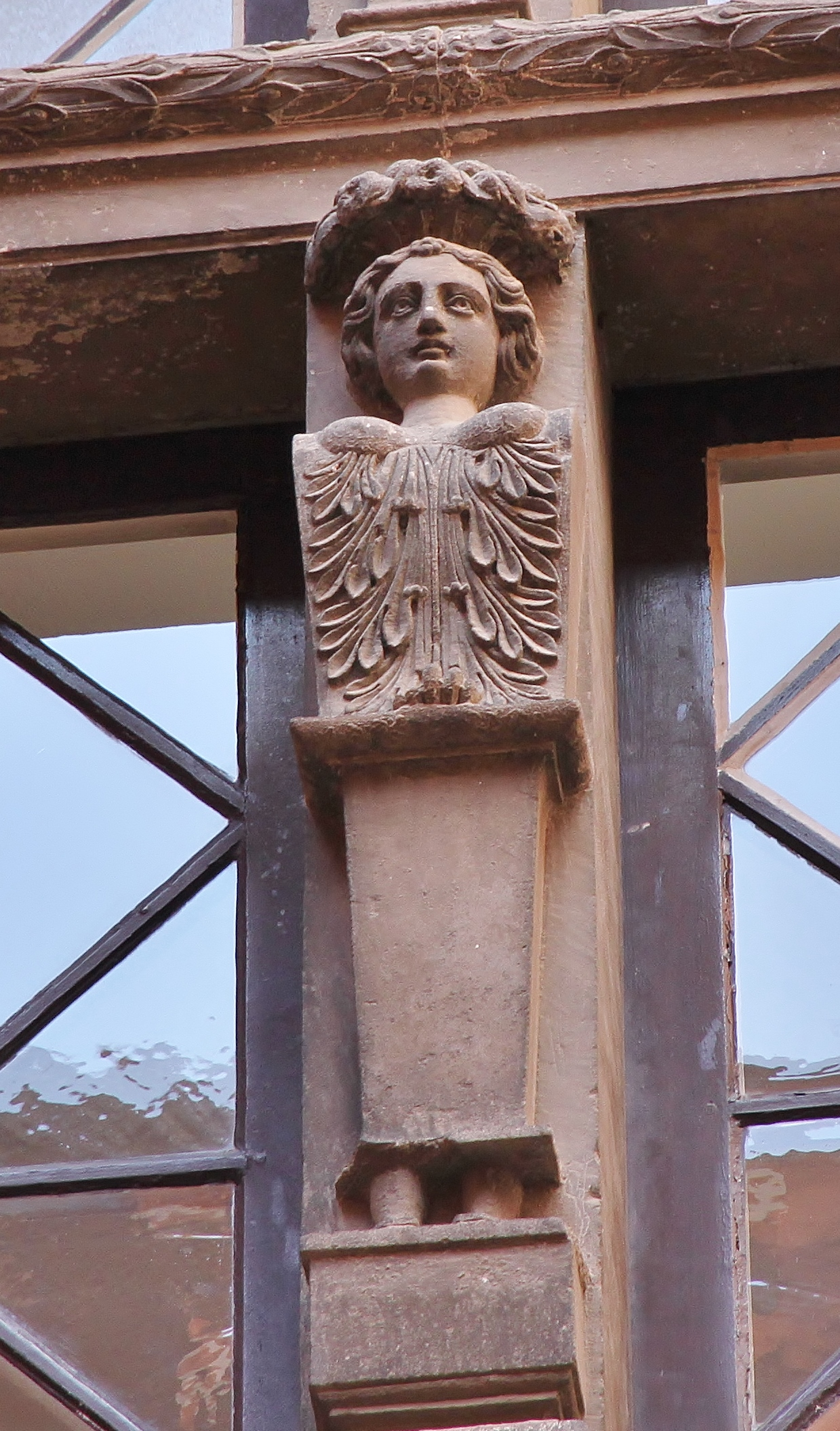
Hôtel de Massas.
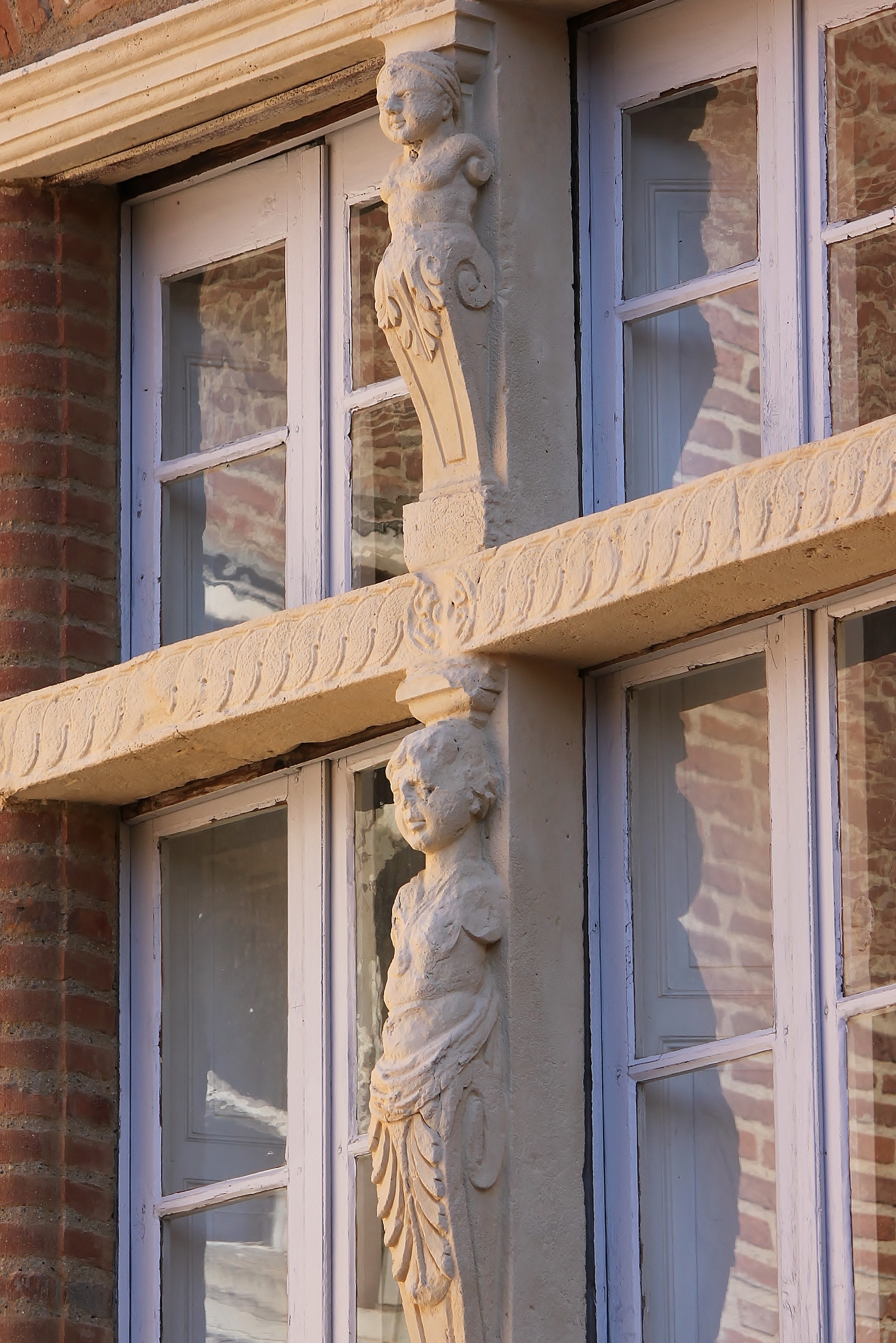
Hôtel Dumay.
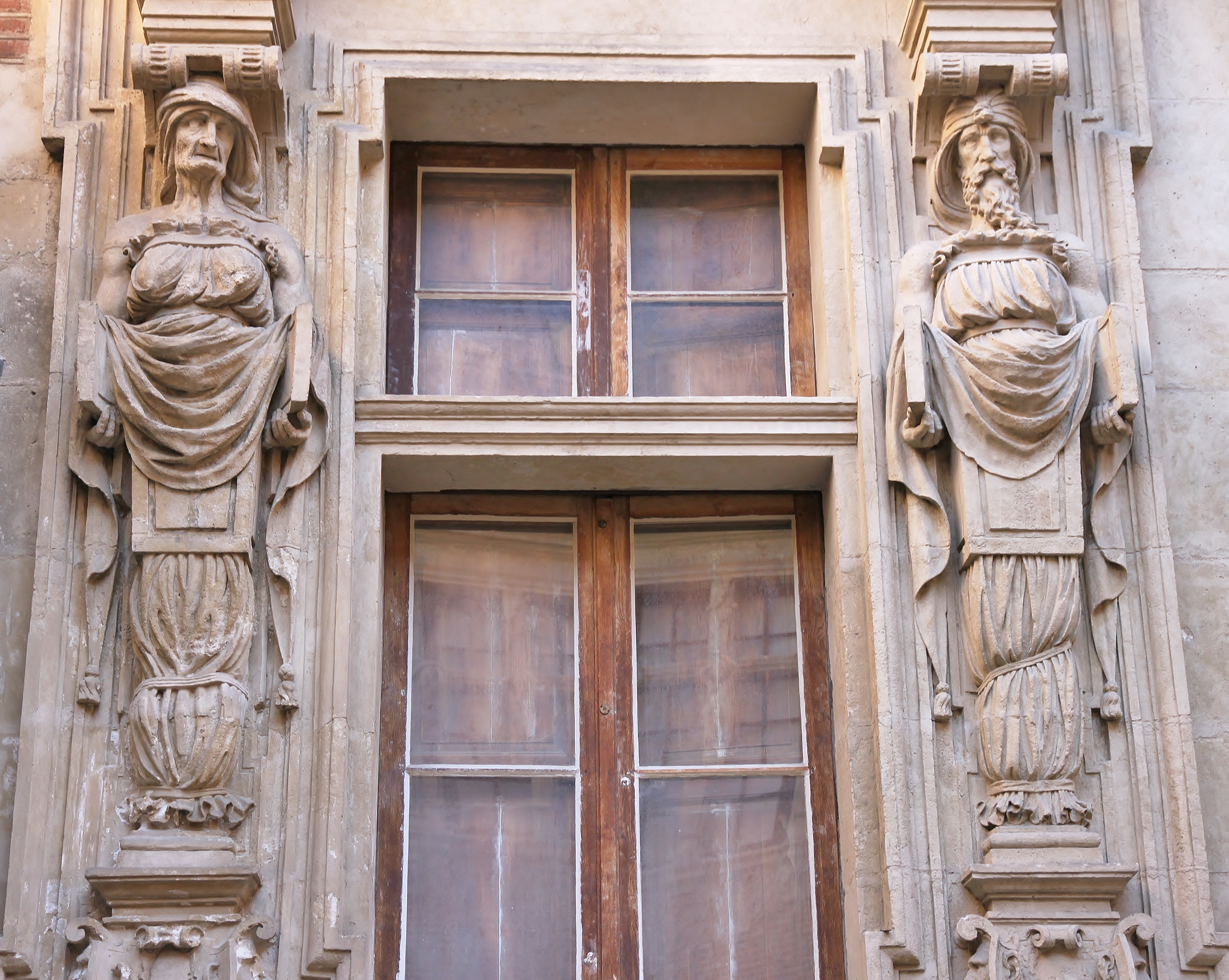
Hôtel du Vieux-Raisin.
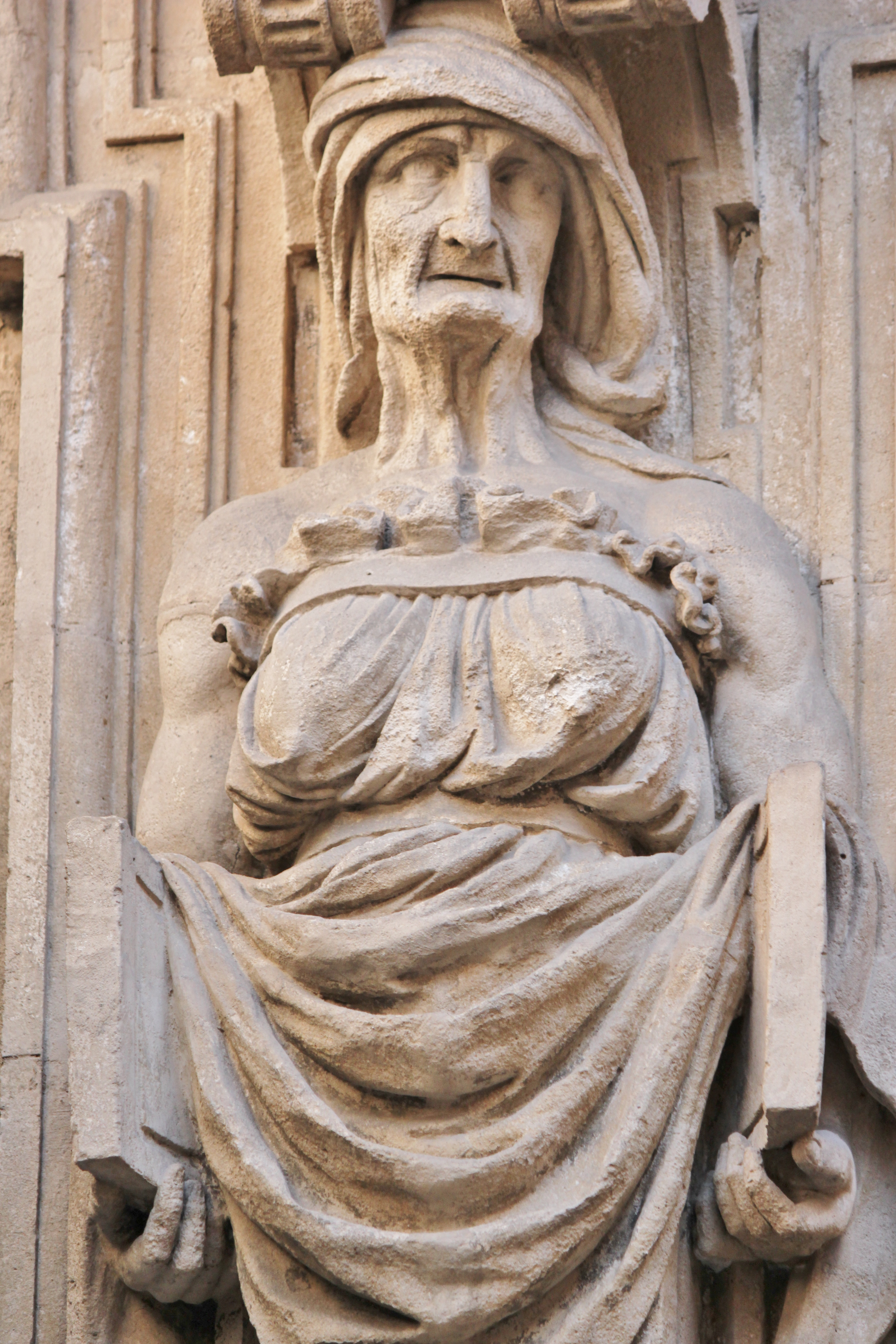
Hôtel du Vieux-Raisin.
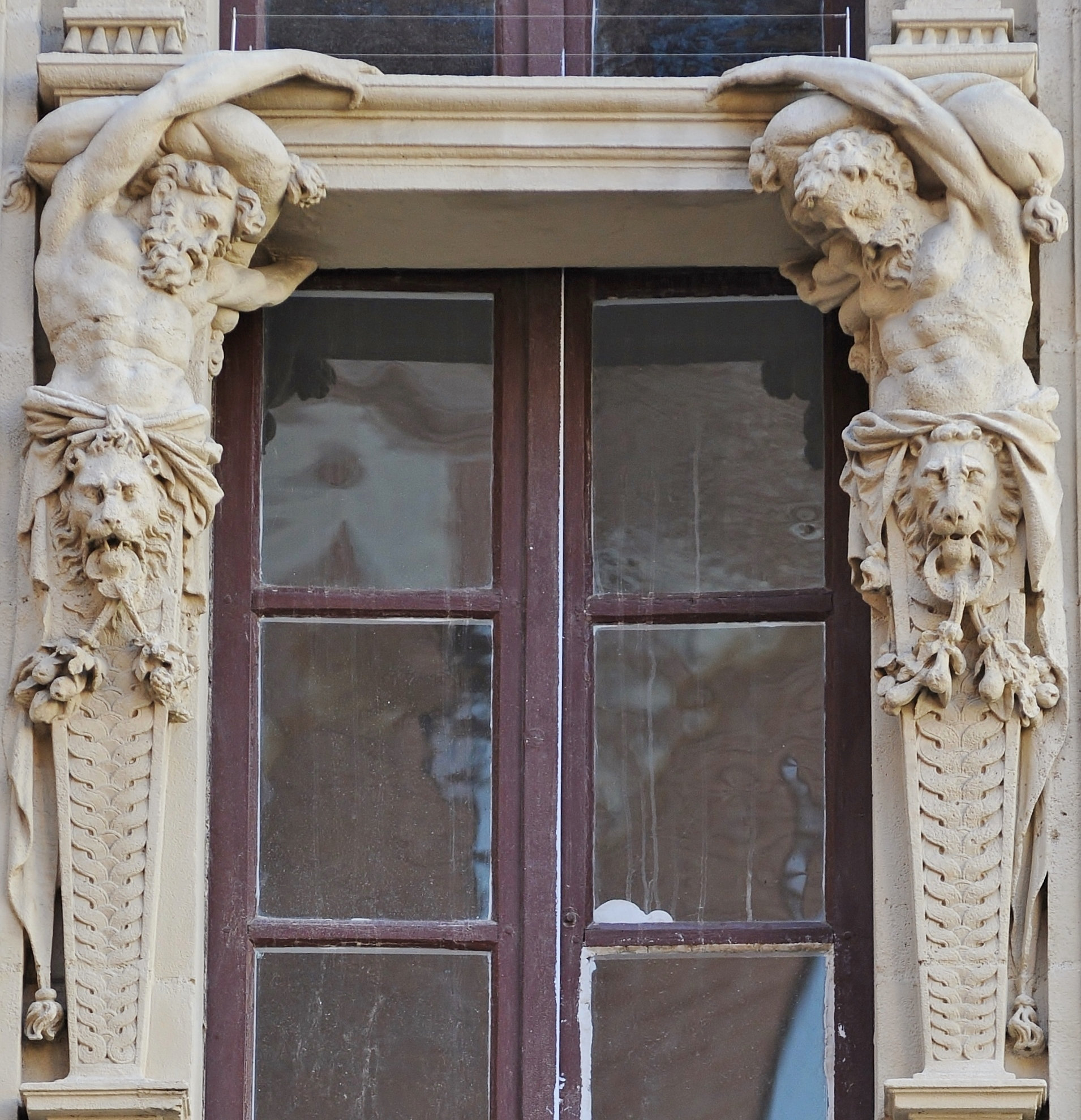
Hôtel du Vieux-Raisin.
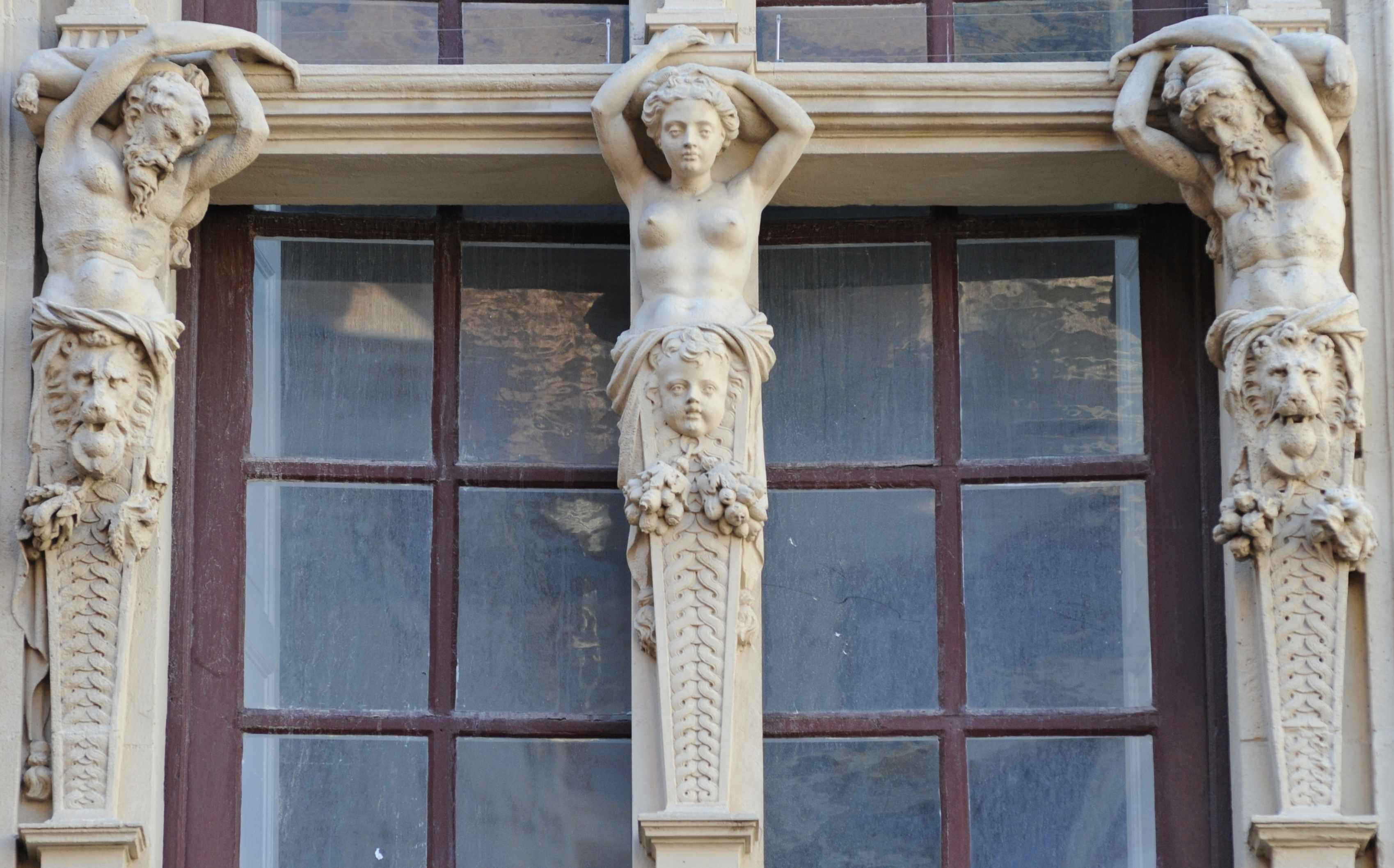
Hôtel du Vieux-Raisin.
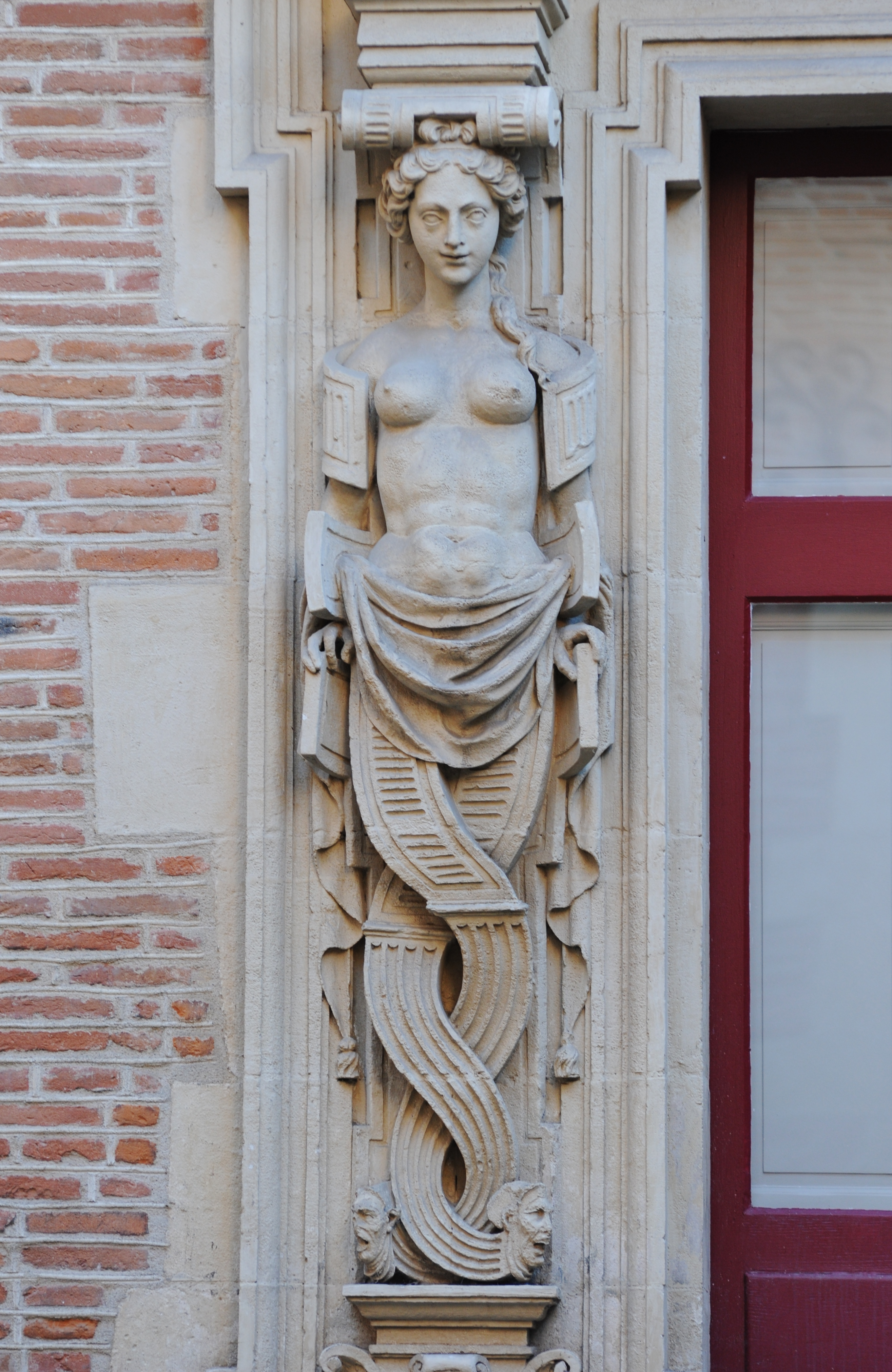
Hôtel du Vieux-Raisin.
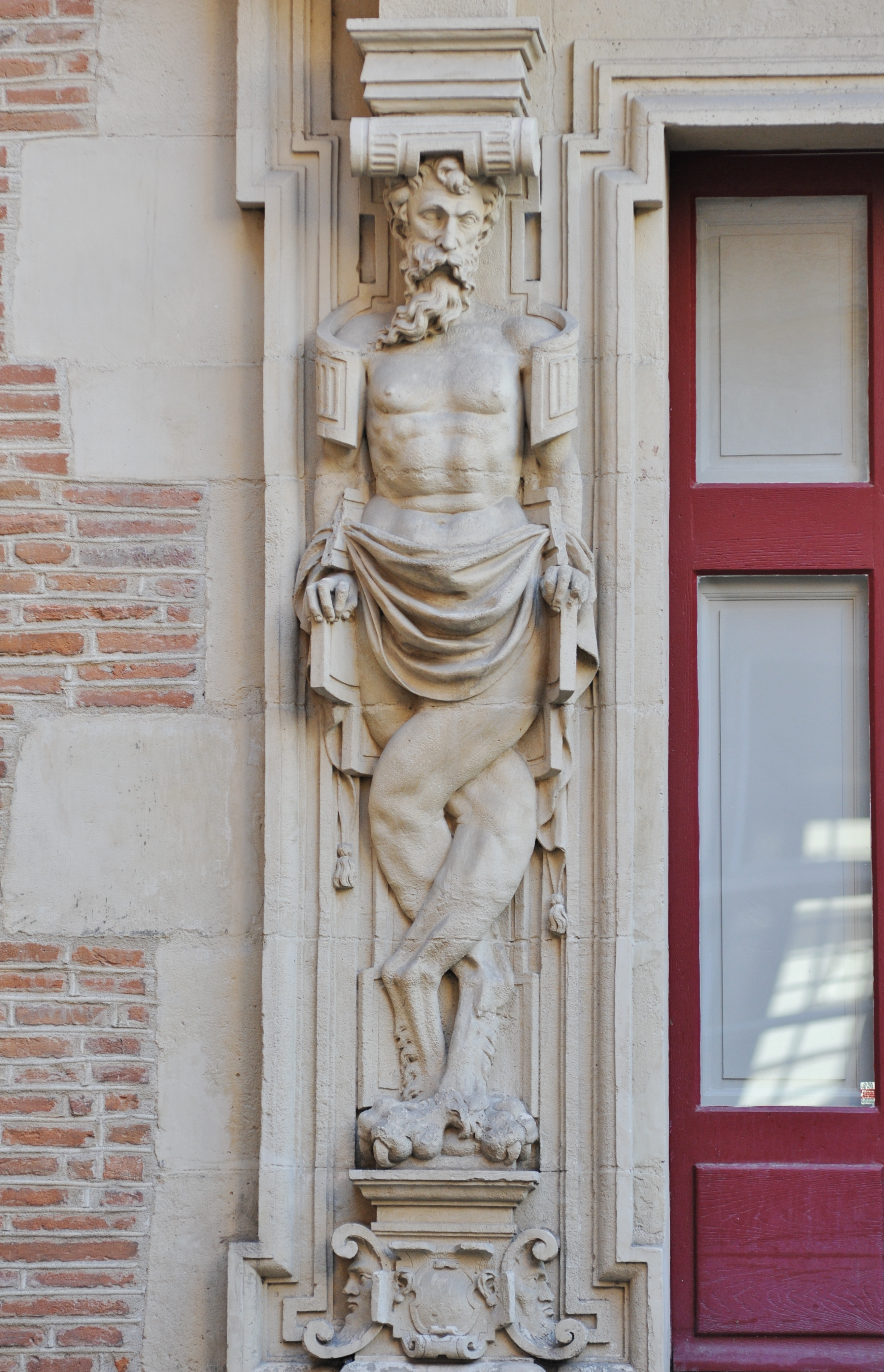
Hôtel du Vieux-Raisin.
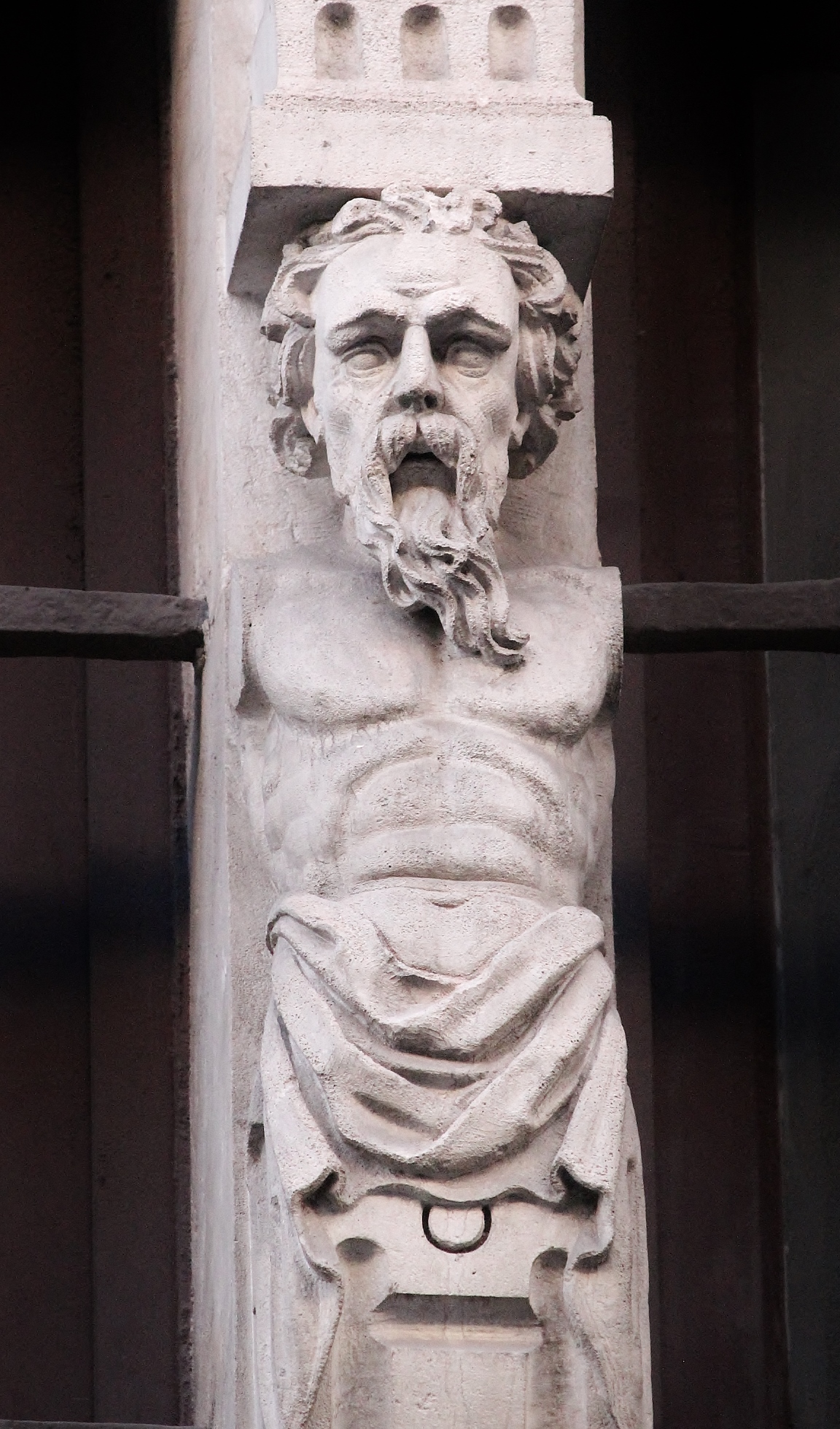
Hôtel de Clary.
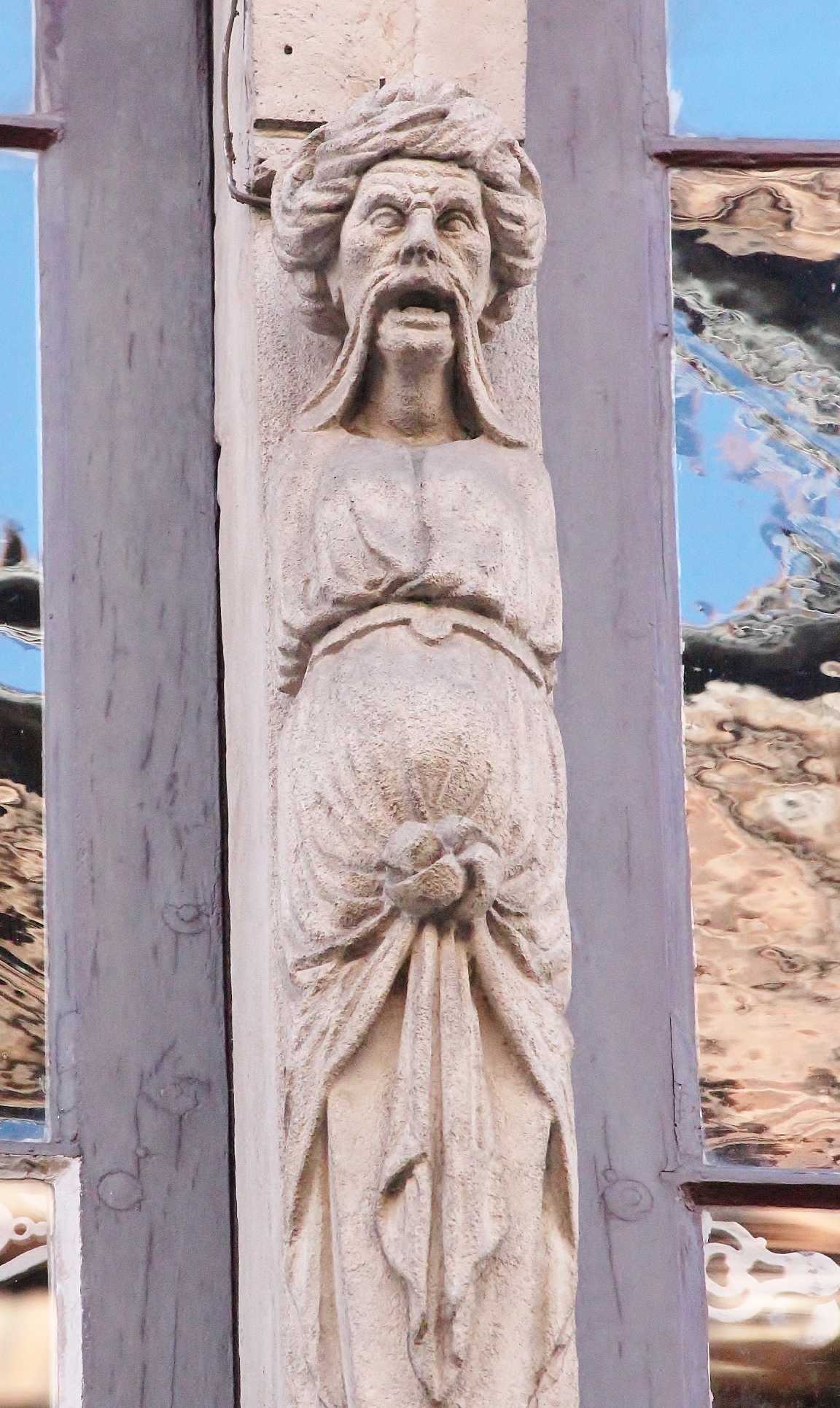
Hôtel de Clary.
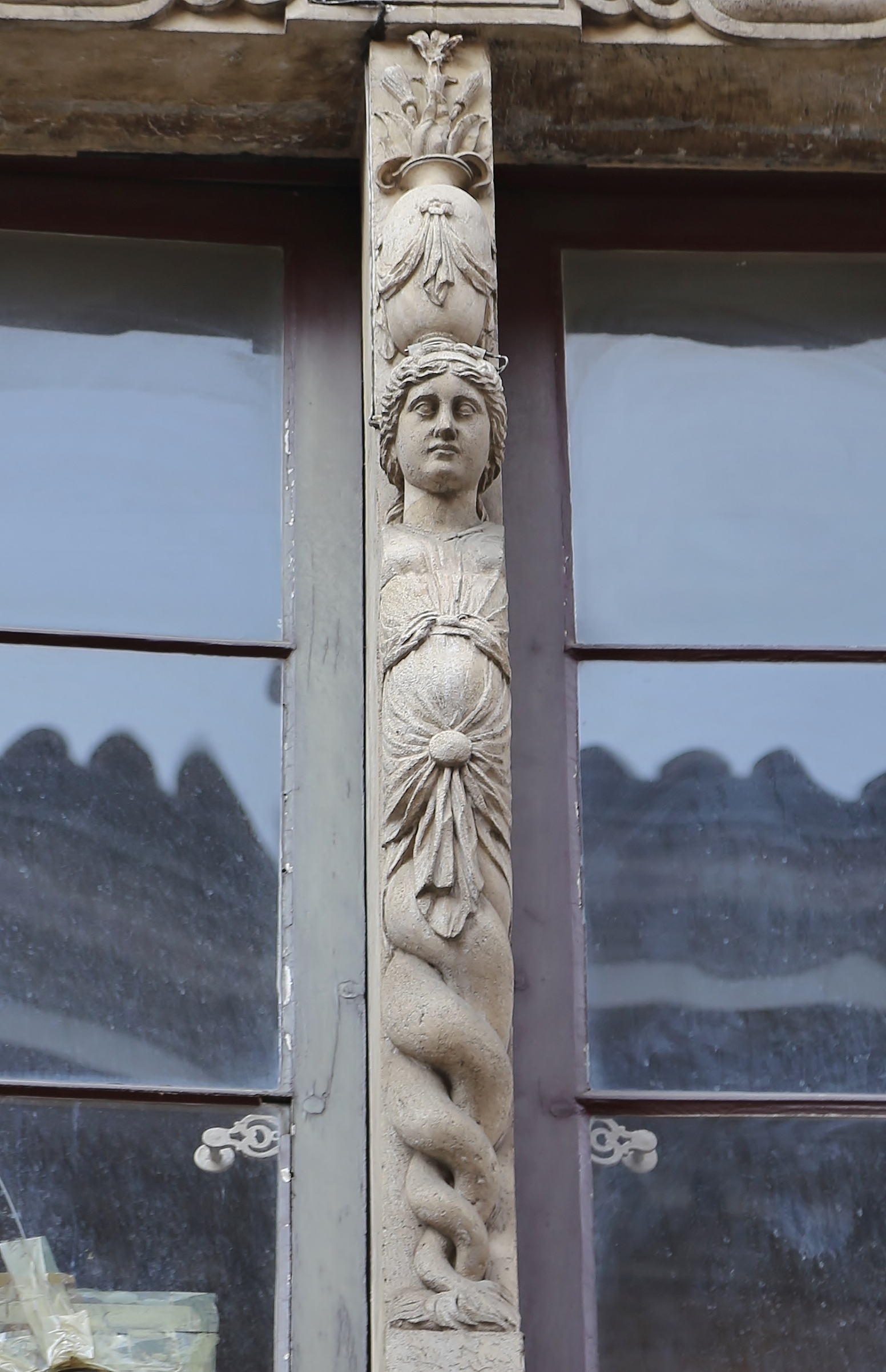
Hôtel de Clary.
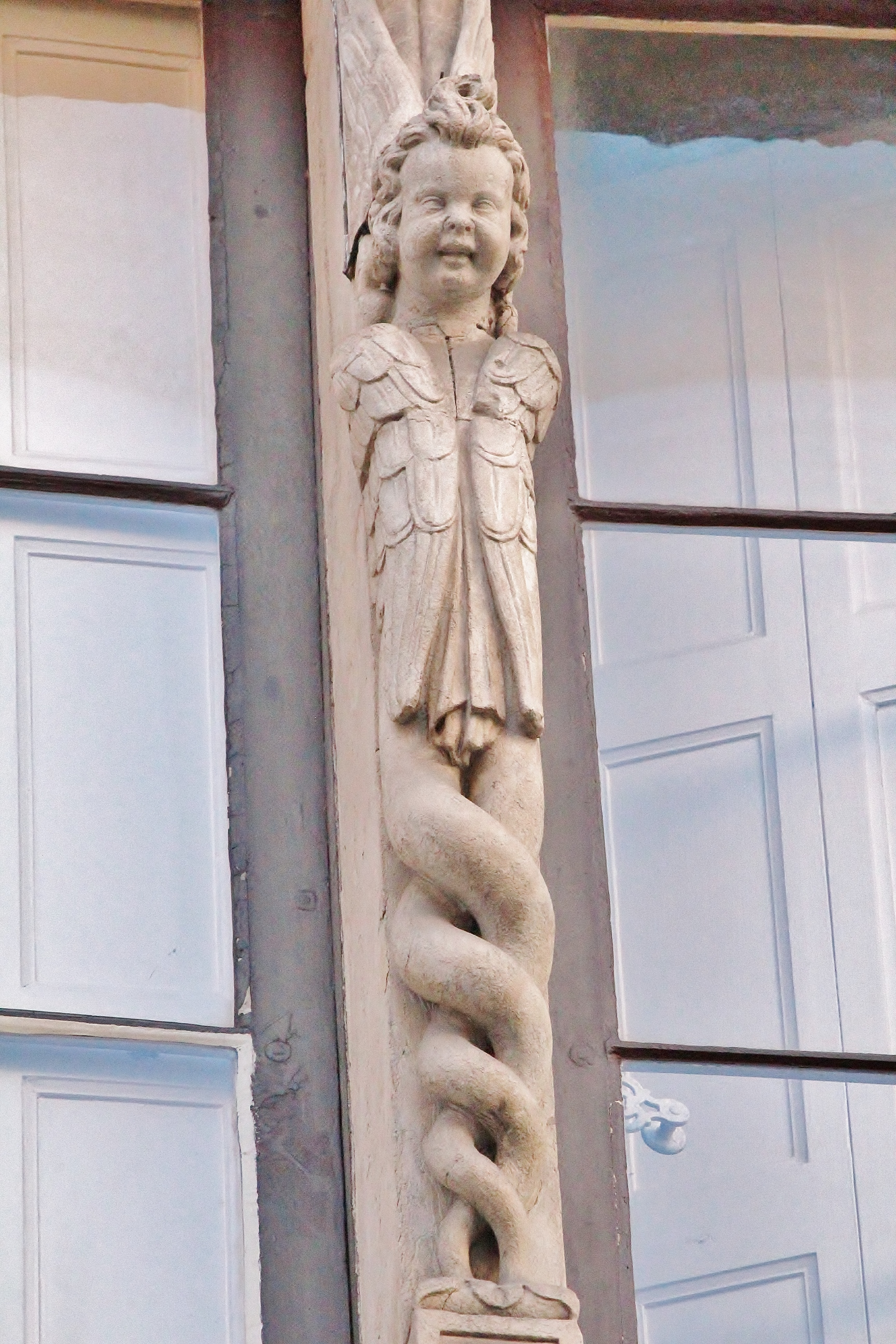
Hôtel de Clary.
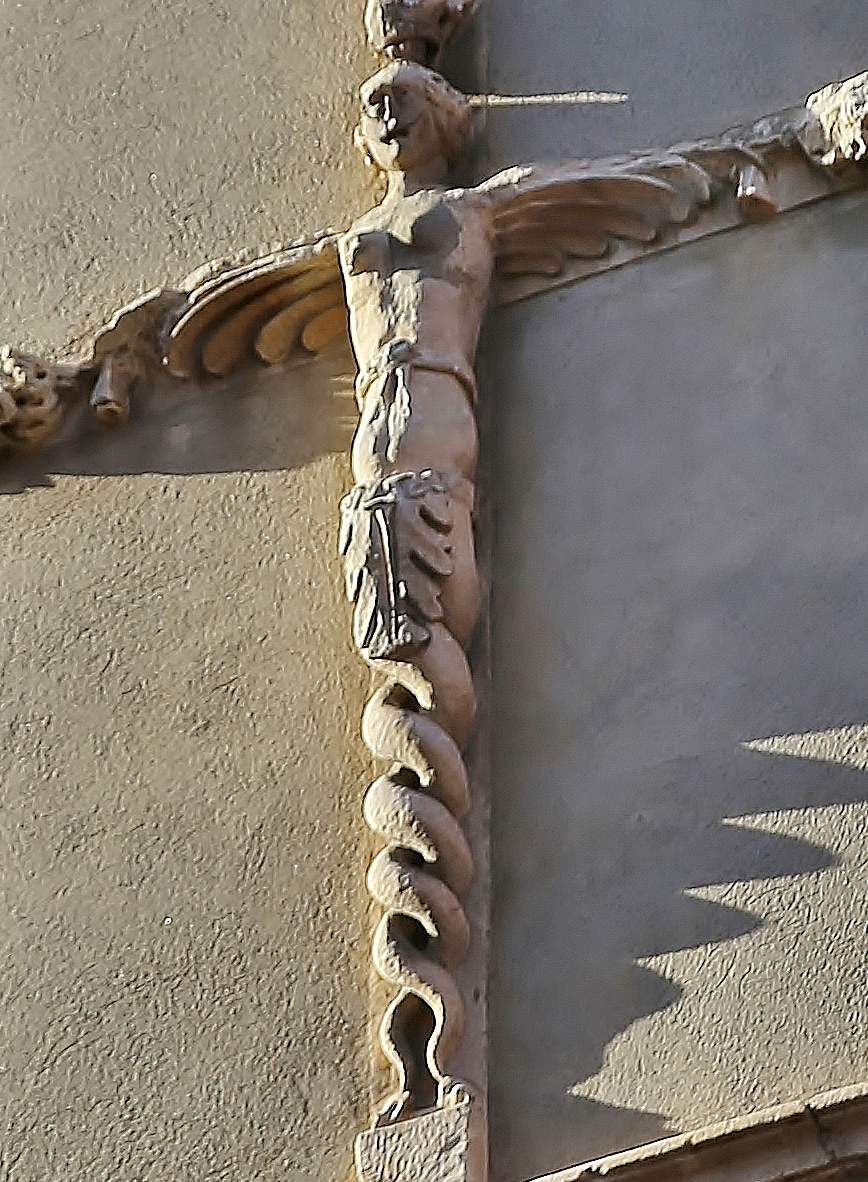
Terme en forme de sirène déployant ses ailes.
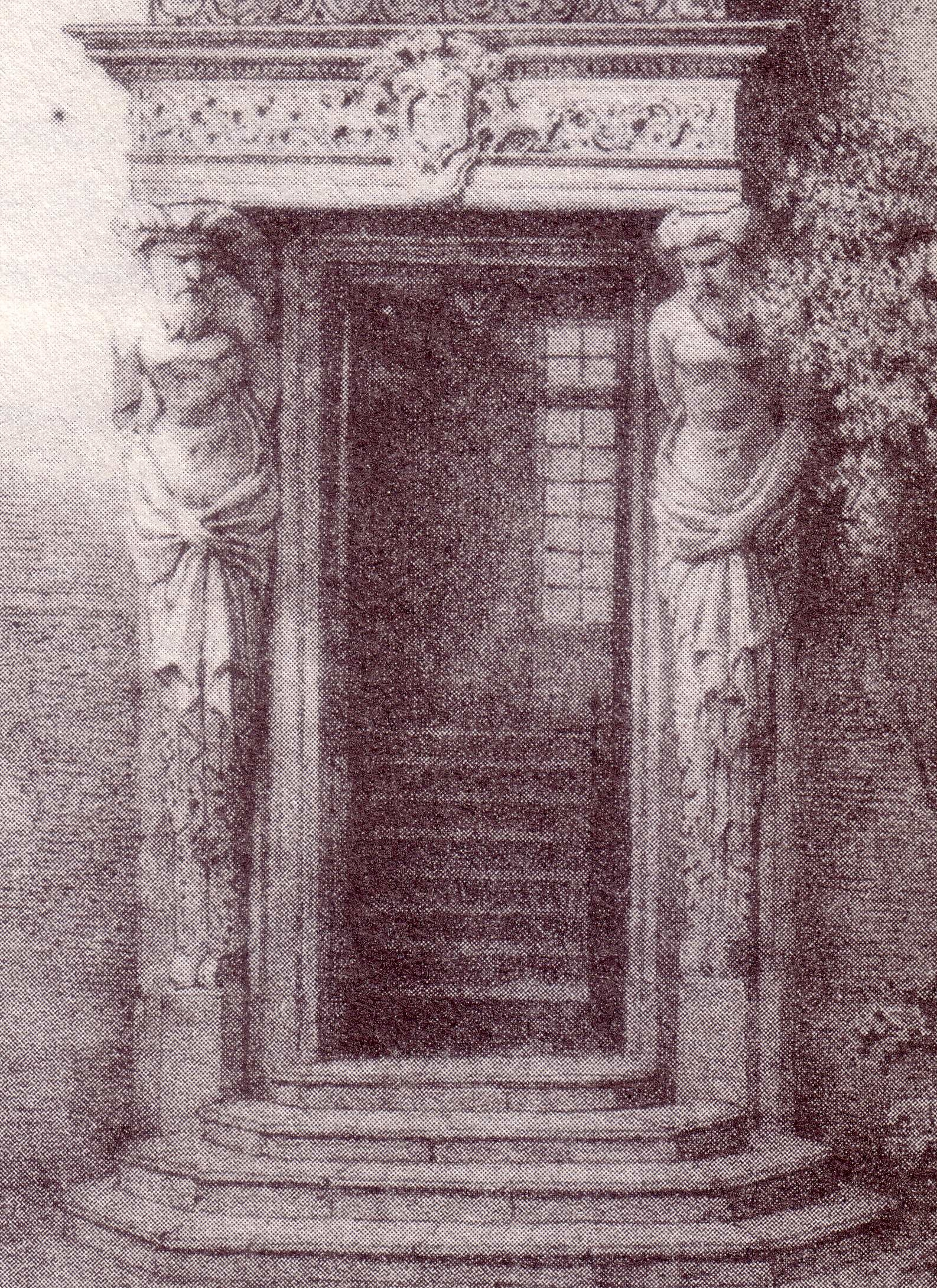
Termes disparus de l'hôtel Desplats (ou Palaminy), début XVIIe siècle.
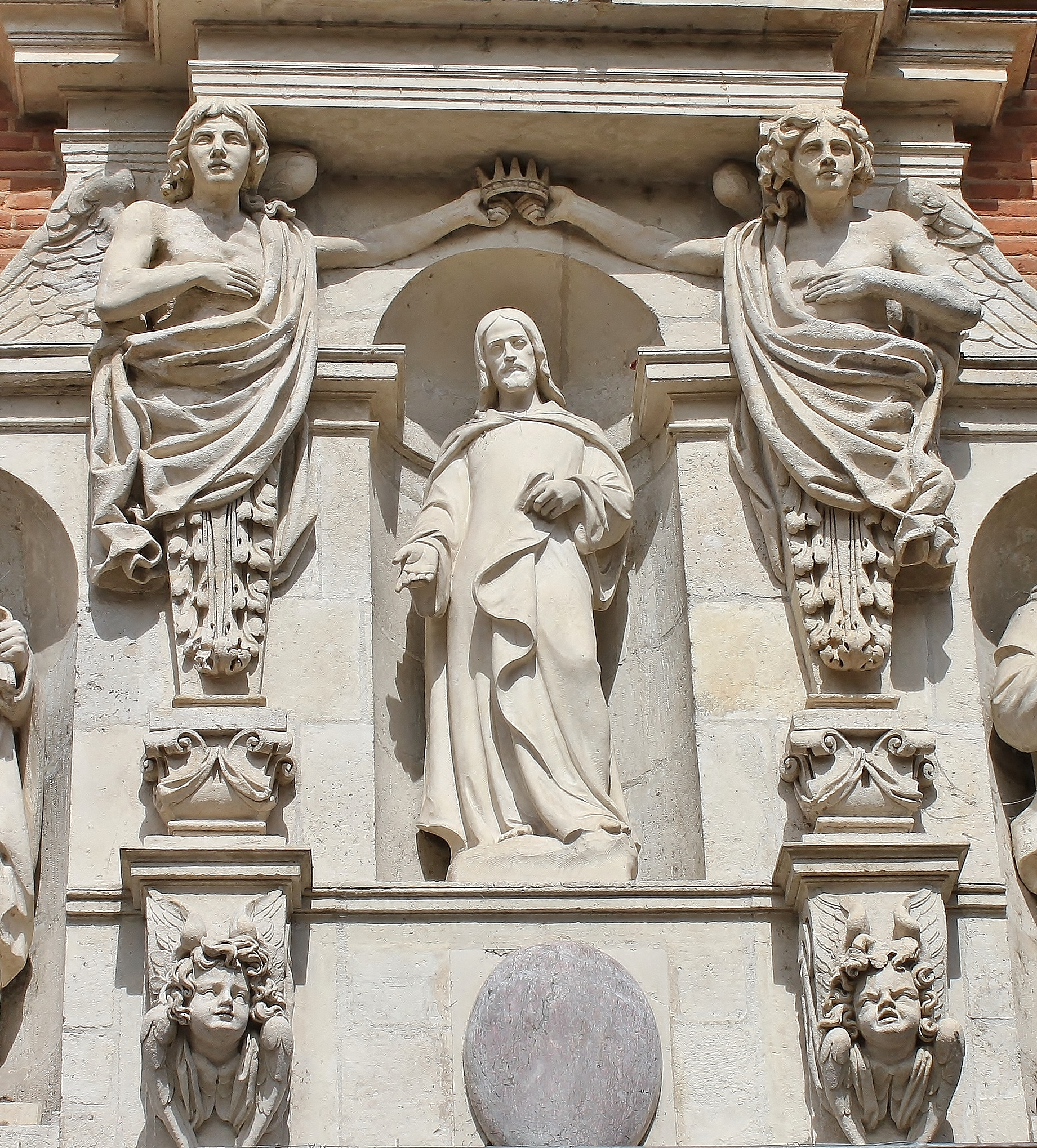
Termes ailés du portail des Chartreux (la statue du Christ est du XXe siècle).
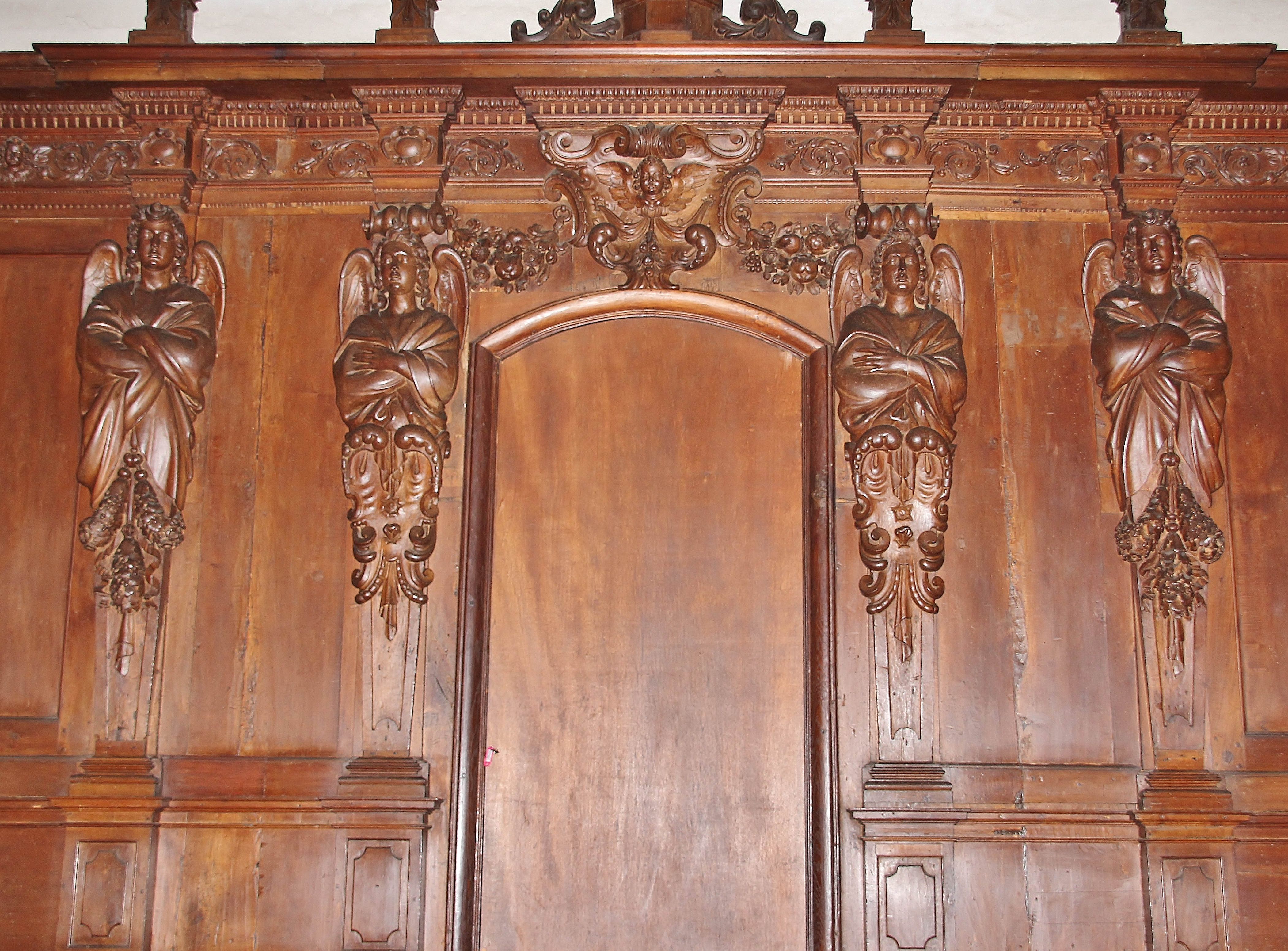
Termes ailés de la chapelle de la Sainte-Croix de l'église des Chartreux (Artus Legoust).

### Les ornements maniéristes
L'esthétique maniériste, fondée sur l'insolite et l'association des contraires, où se confondent les règnes minéral, végétal et animal, met en œuvre des motifs raffinés, des jeux de polychromie (brique-pierre) et des ornements (cabochons, pointes de diamant, masques) évoquant le luxe, la surprise et l'abondance.
Influencés par l'art bellifontain, les décors maniéristes toulousains s'inspirent des stucs du Rosso et des peintures du Primatice. Cet art particulièrement orné et exubérant séduisit les commanditaires tout autant que les ordres d'architecture et était, à l'époque, considéré comme tout aussi classique.

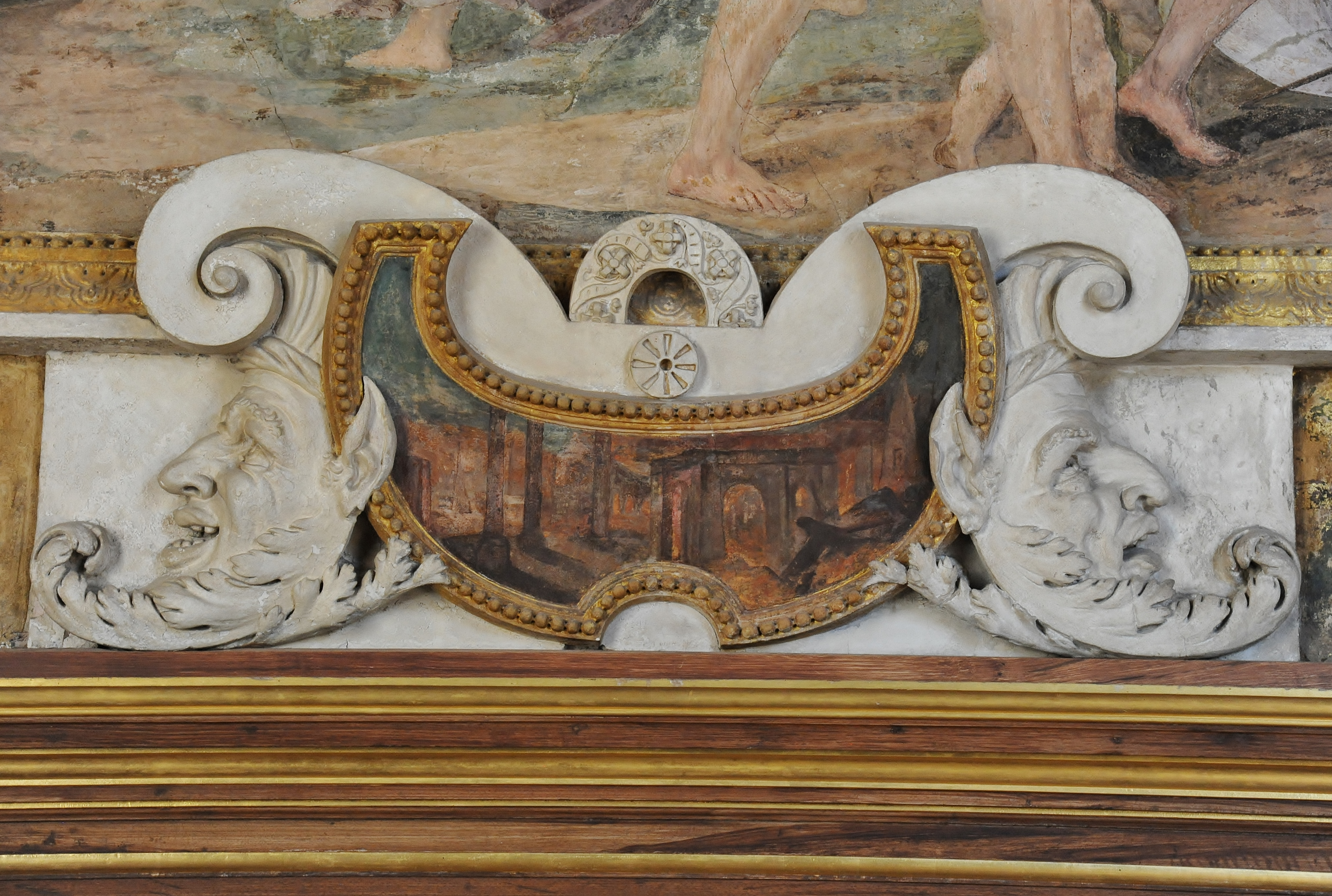
Une source d'inspiration : les stucs maniéristes de la galerie François Ier du château de Fontainebleau.
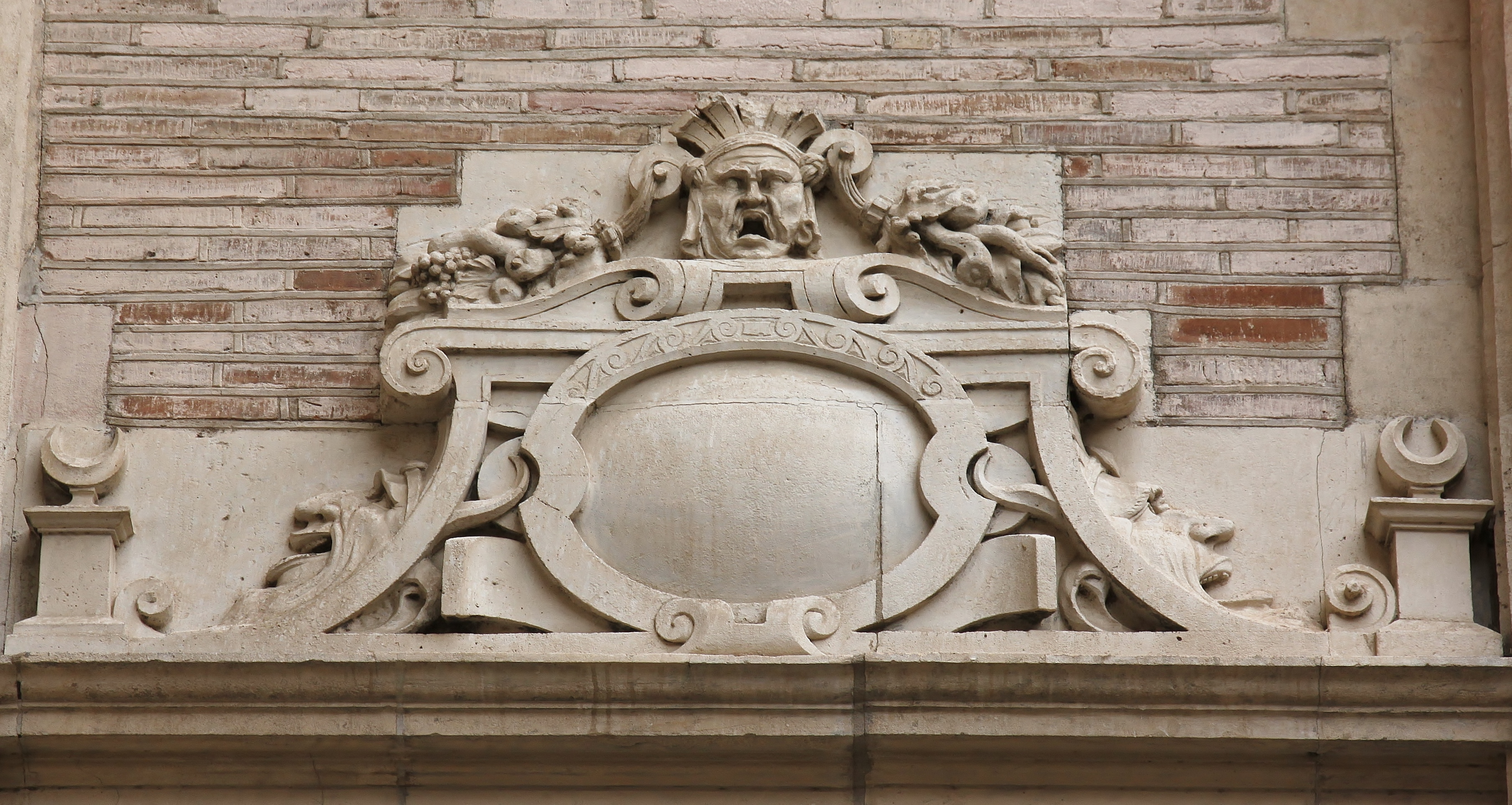
Hôtel d'Assézat, décor maniériste à rapprocher des stucs de Fontainebleau.
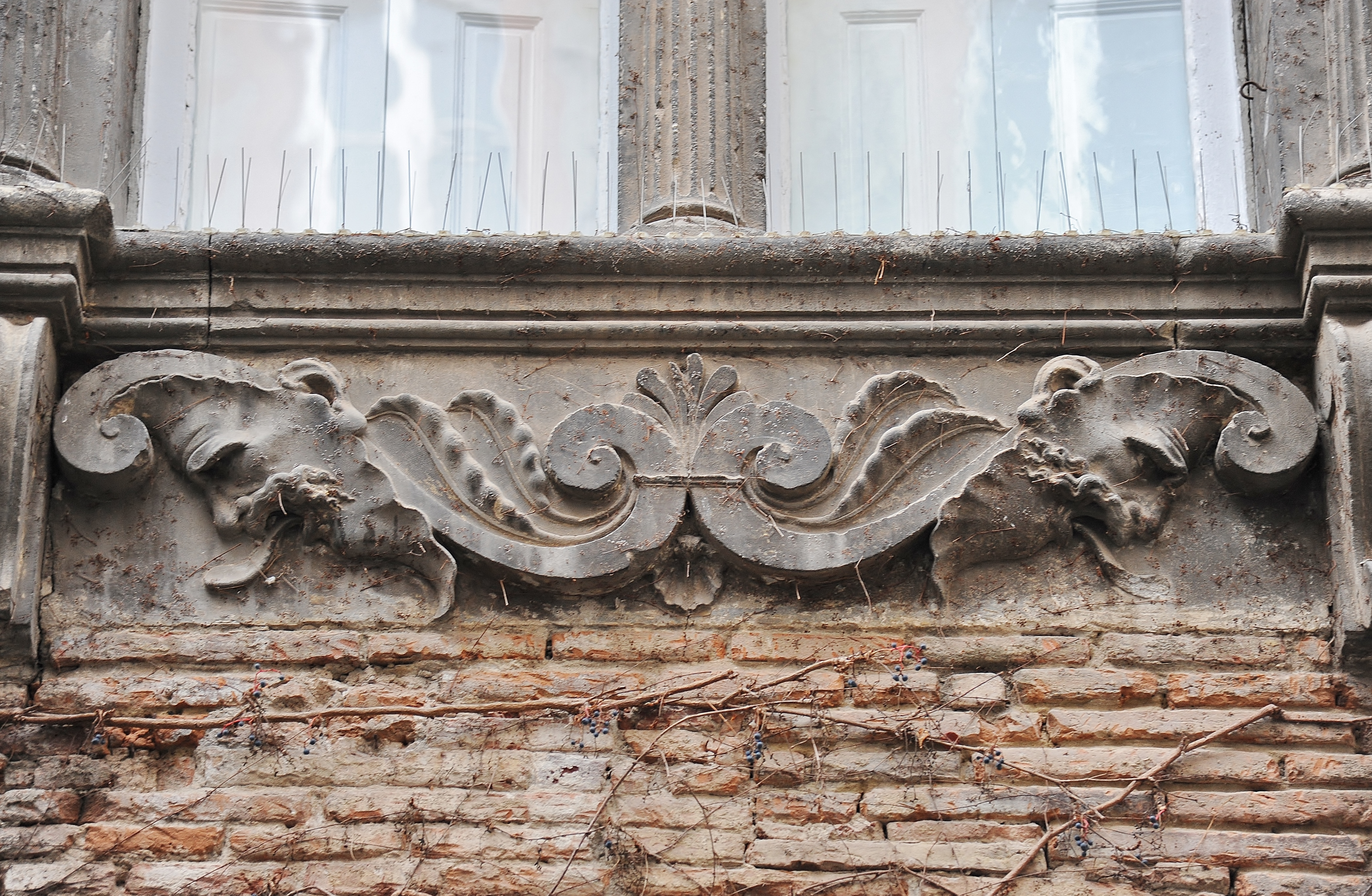
Hôtel Guillaume de Bernuy : masques.
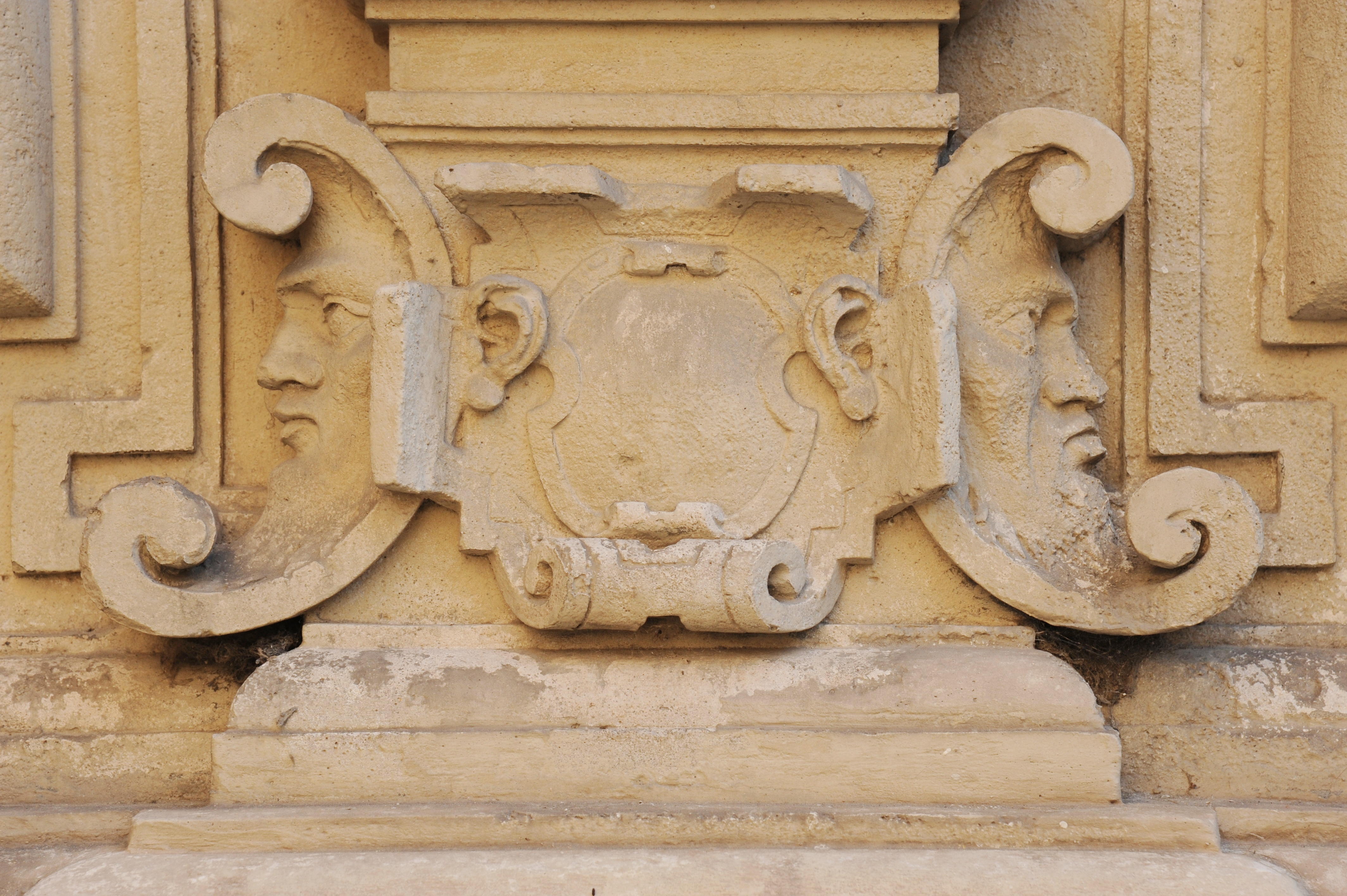
Hôtel du Vieux-Raisin.
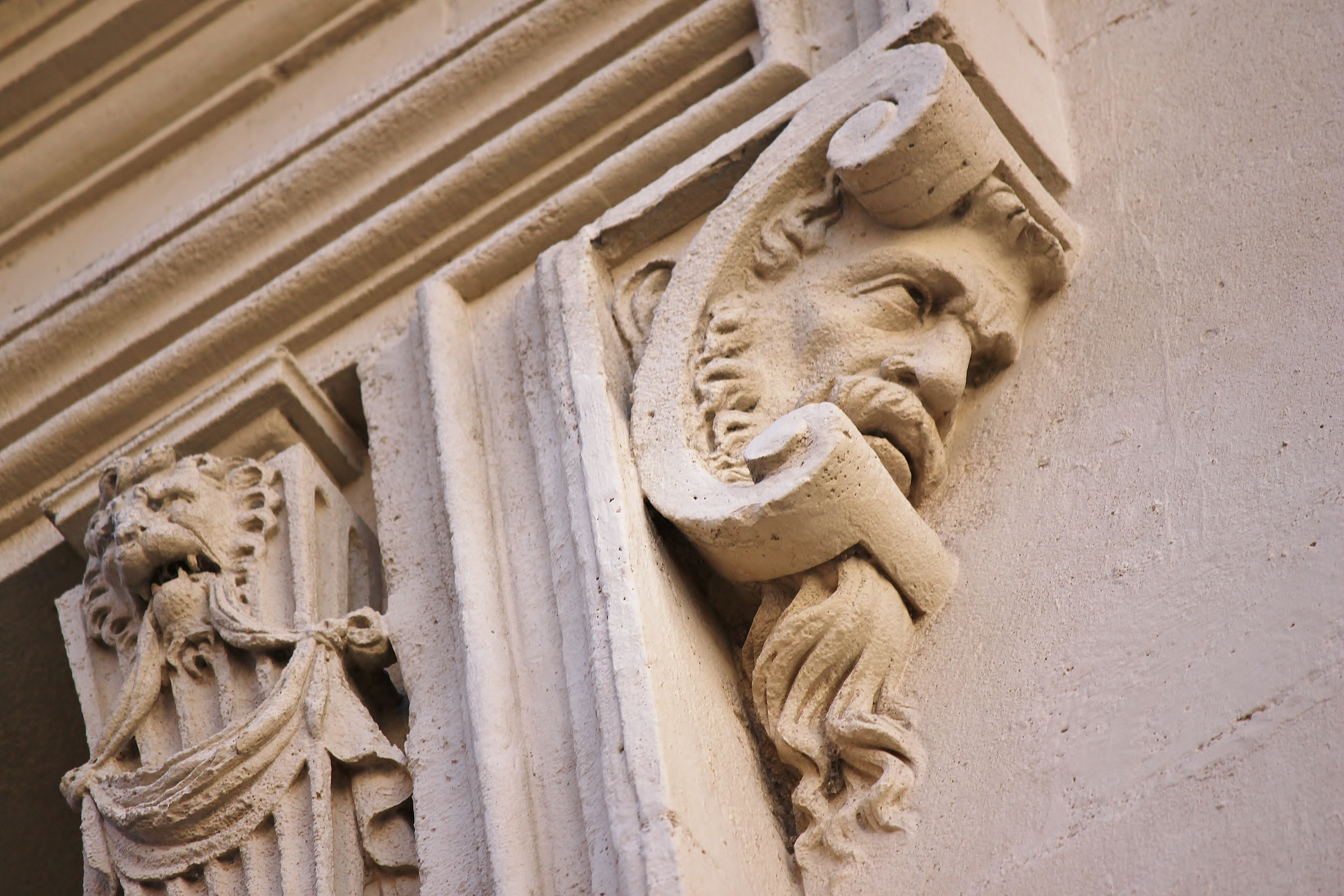
Vieux-Raisin.
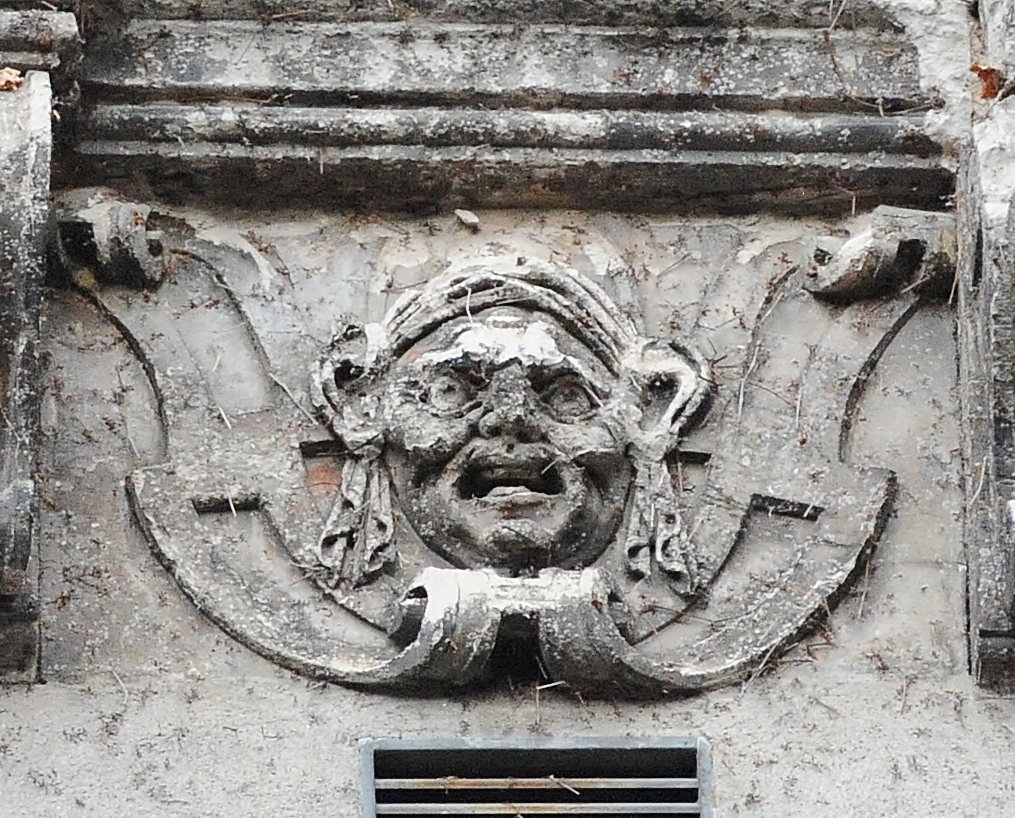
Guillaume de Bernuy : masque antiquisant.
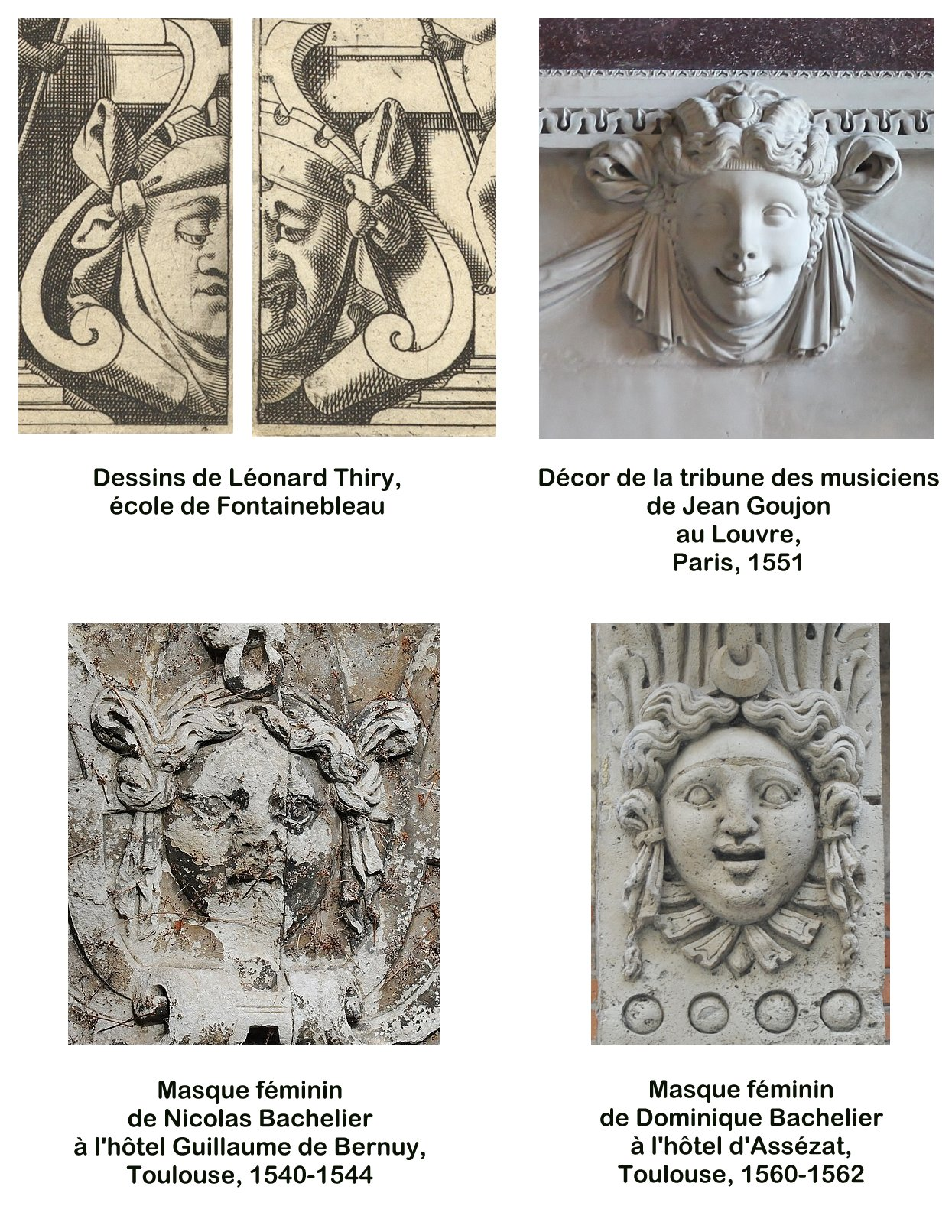
Masques antiquisants.
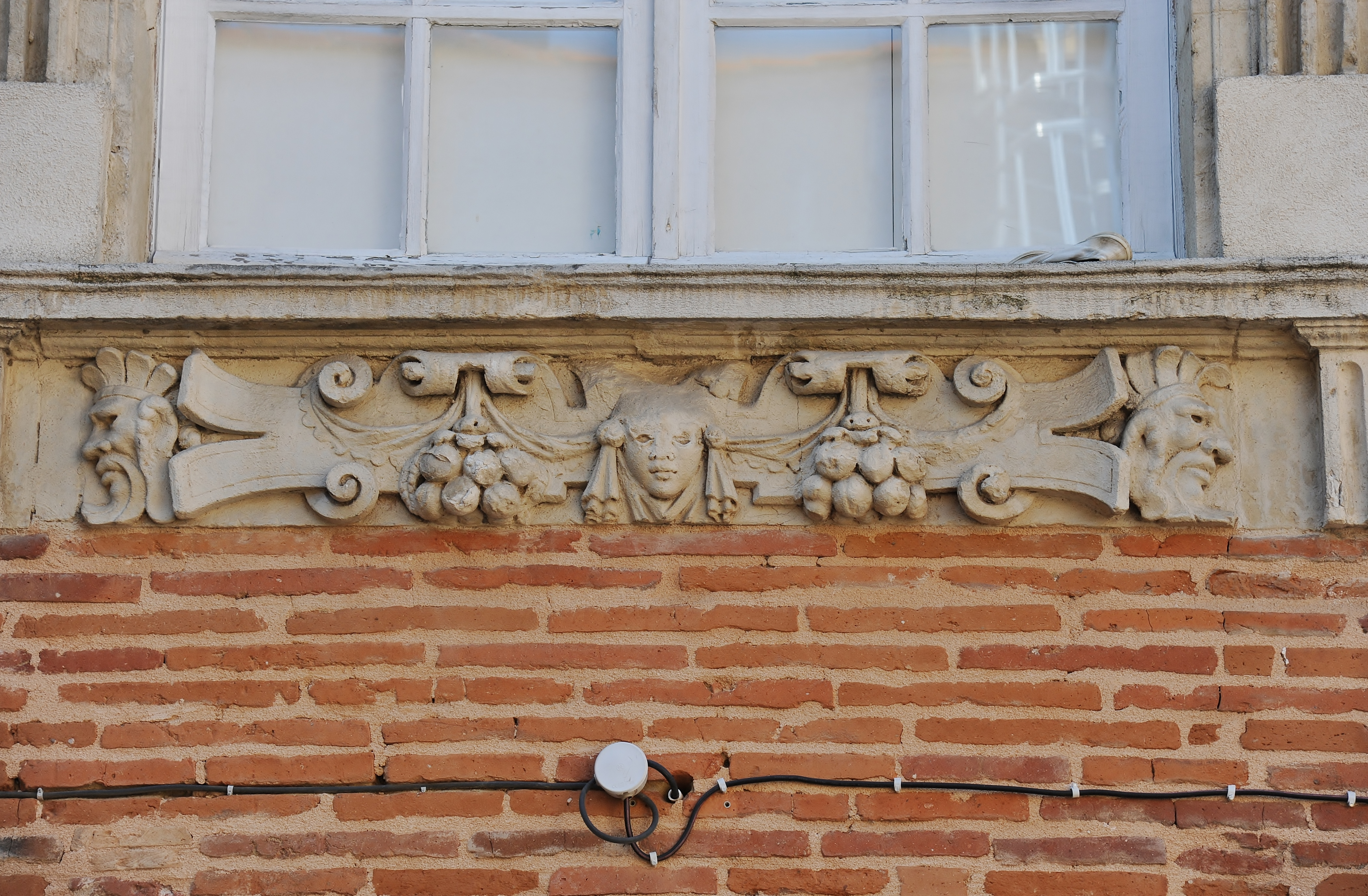
Maison d'Auger Ferrier.
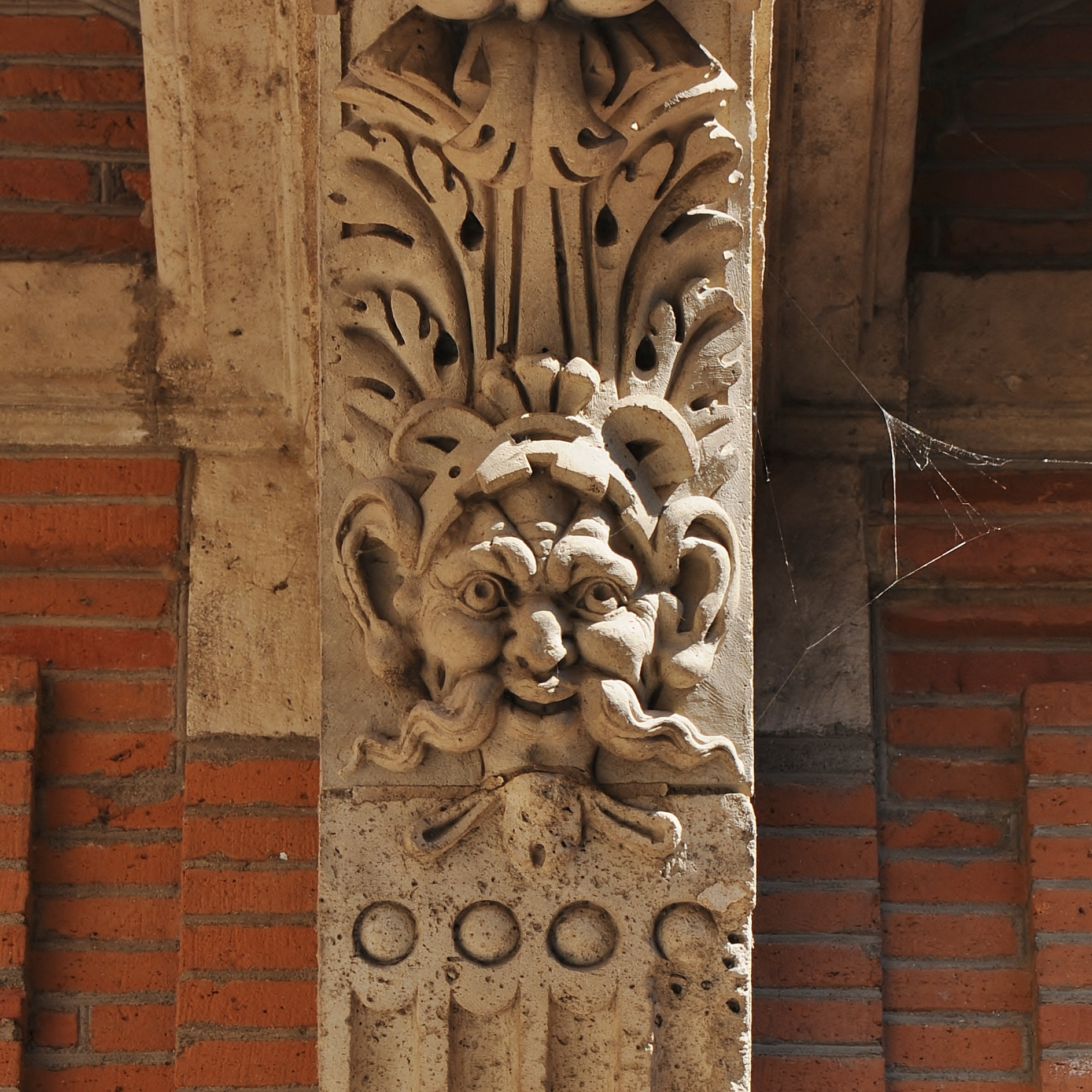
Assézat : masque antiquisant.
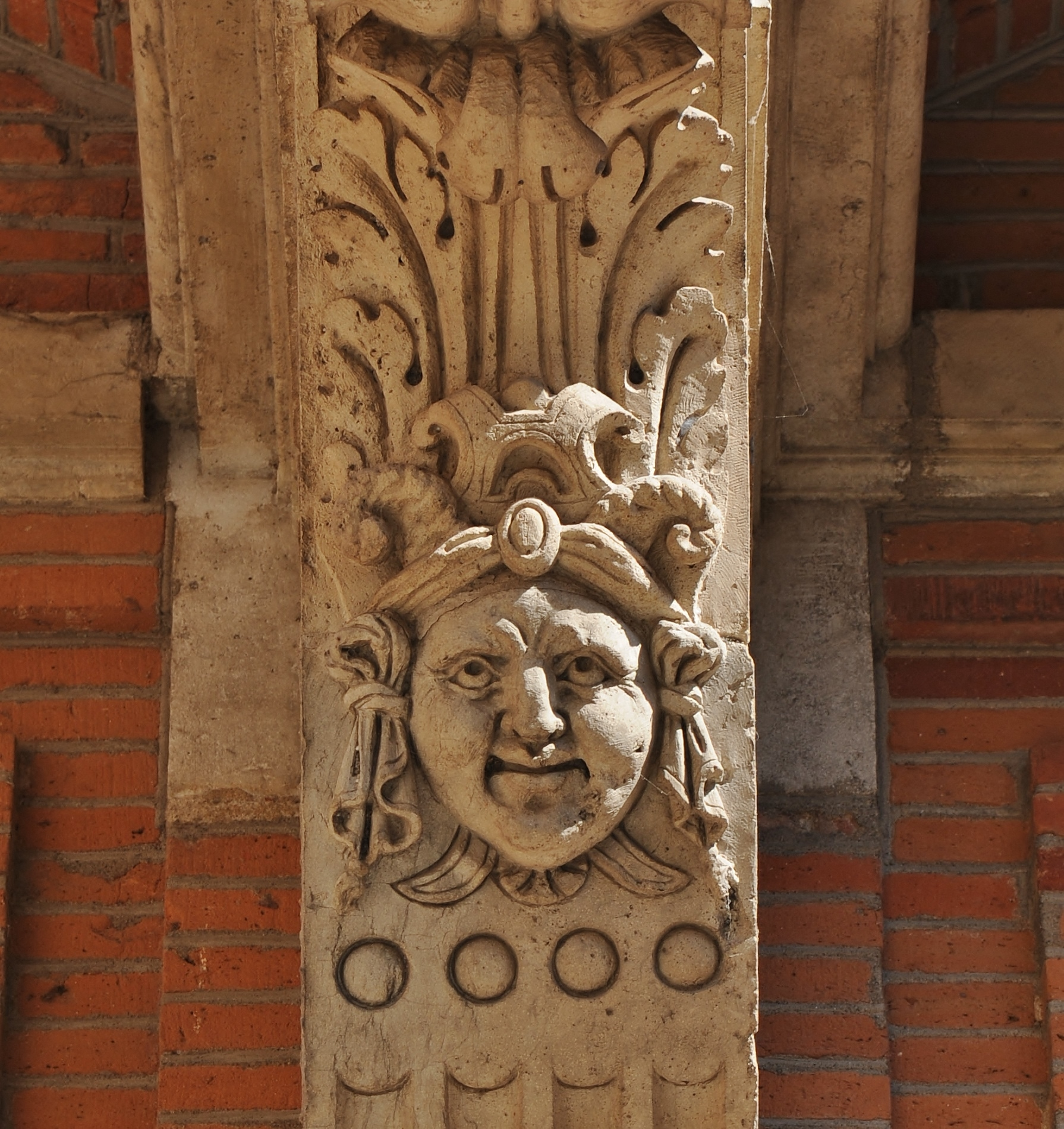
Assézat : masque antiquisant.
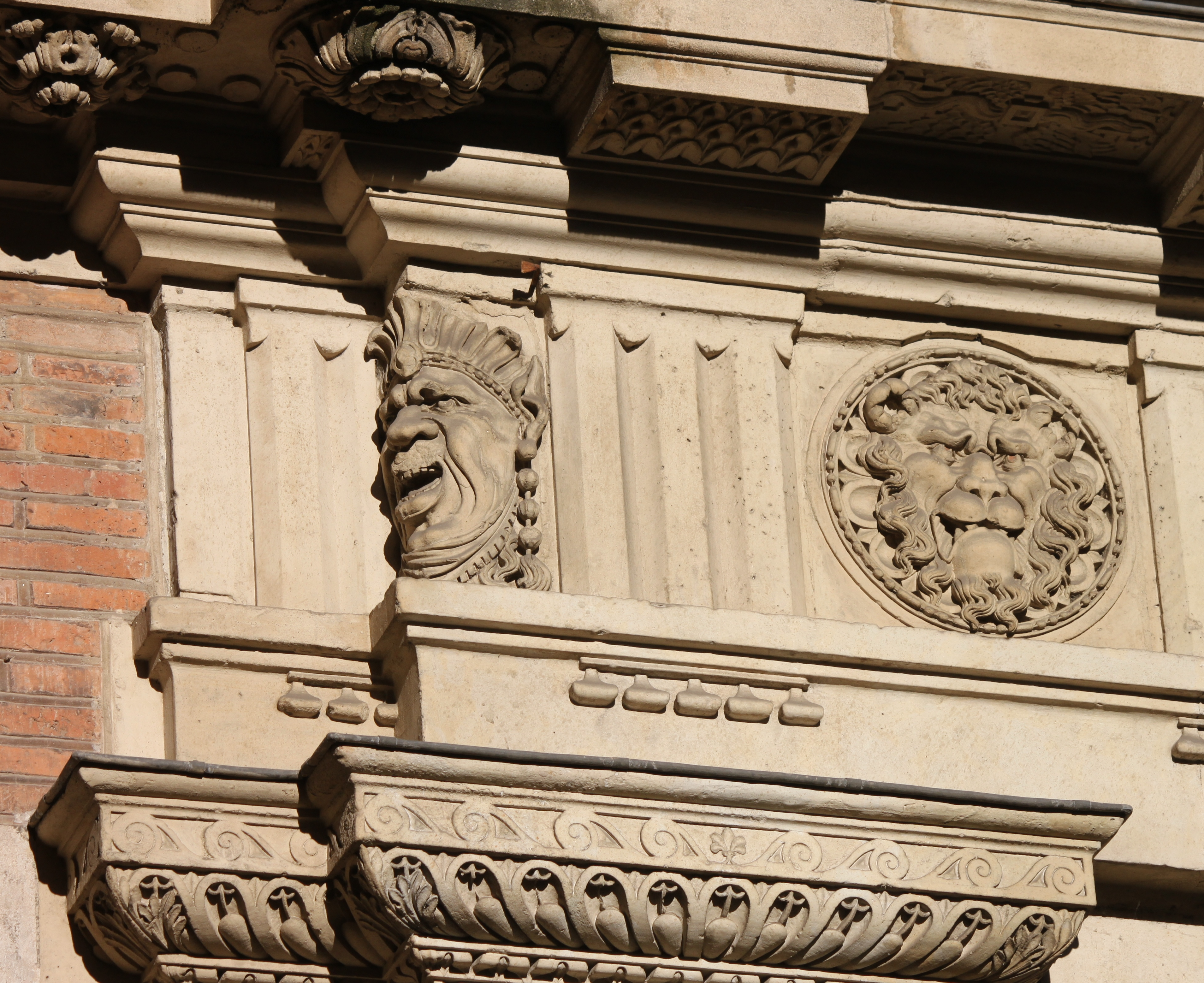
Assézat : détail de la frise de métopes du portail.
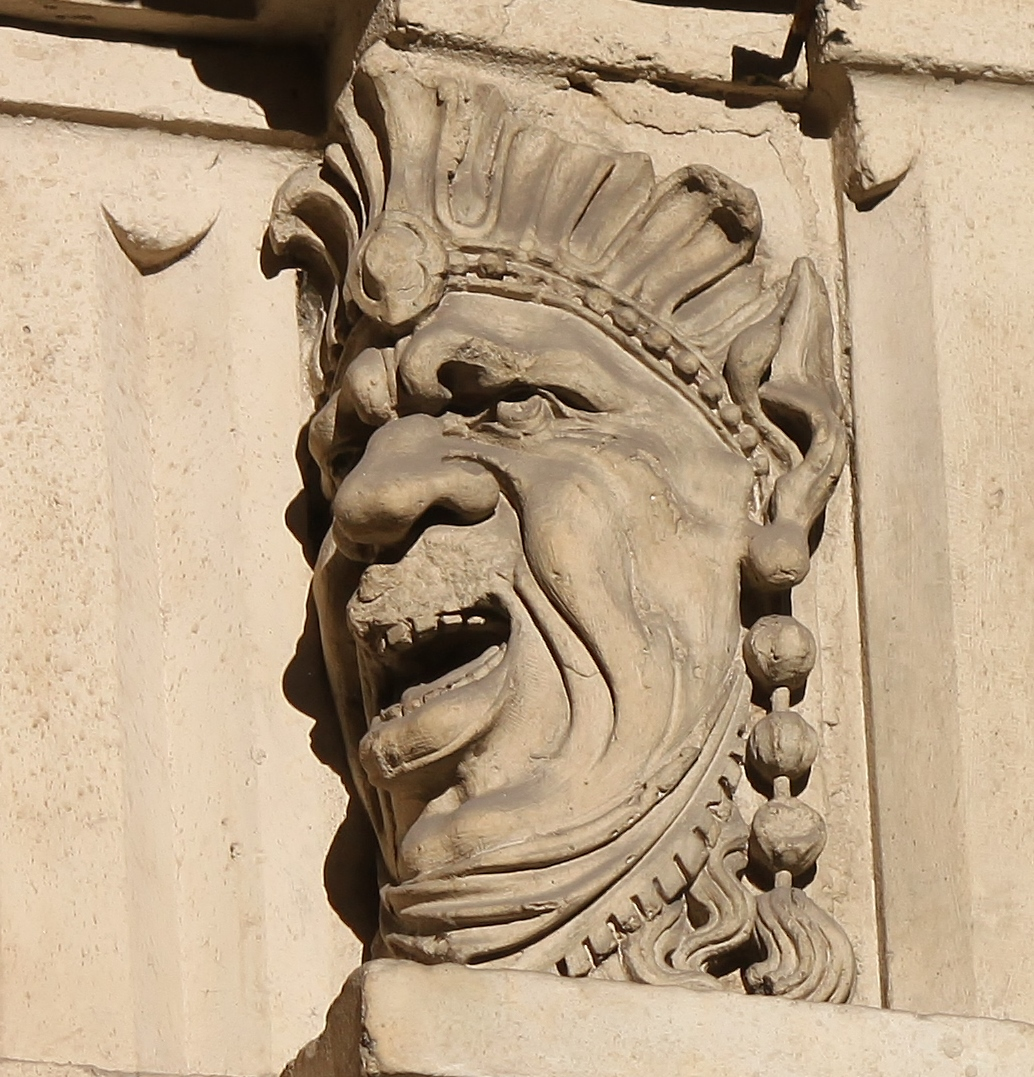
Assézat : tête d'Amérindien.
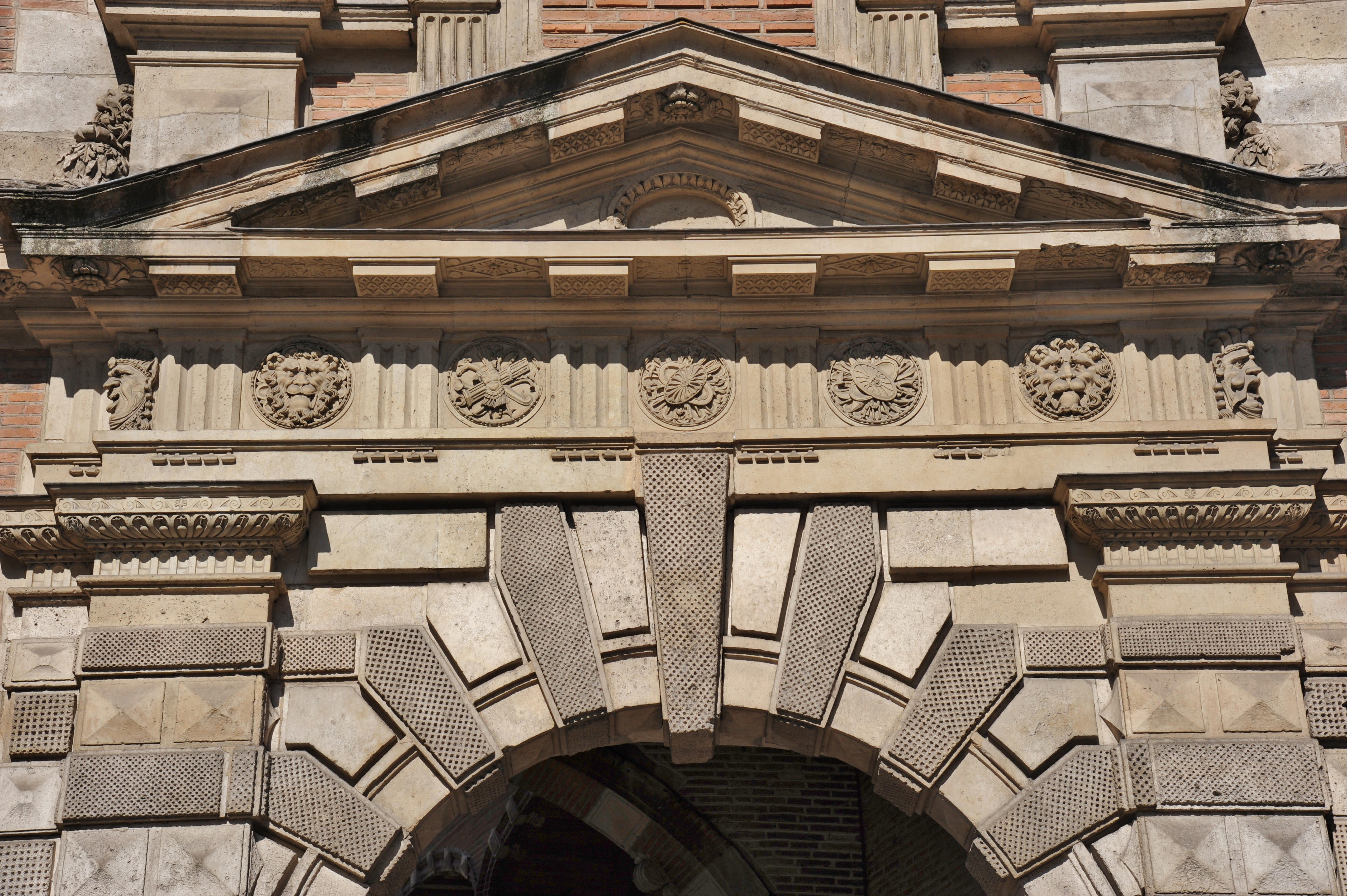
Assézat : frise de métopes.
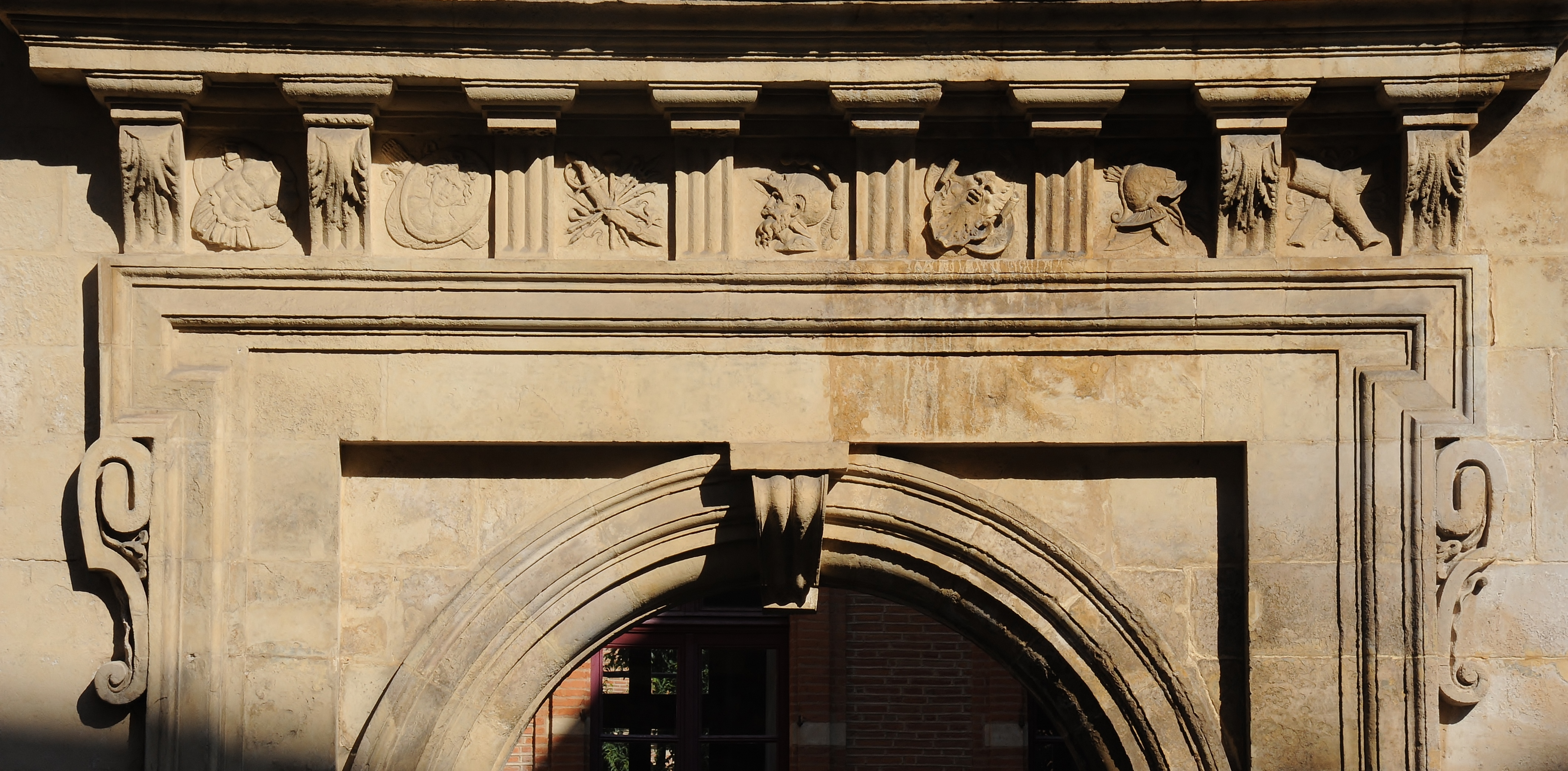
Vieux-Raisin : frise de métopes.
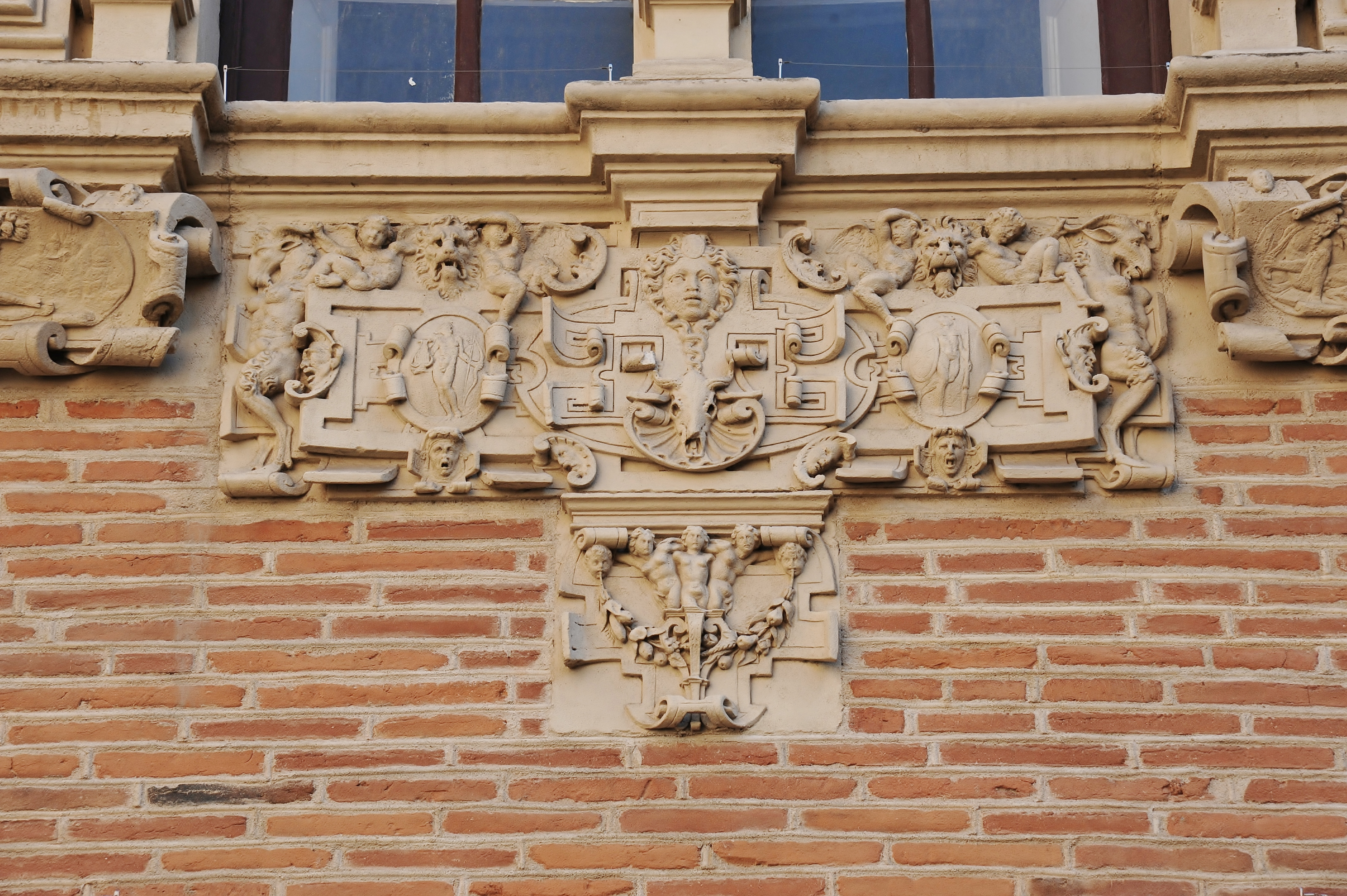
Vieux-Raisin : cuirs découpés.
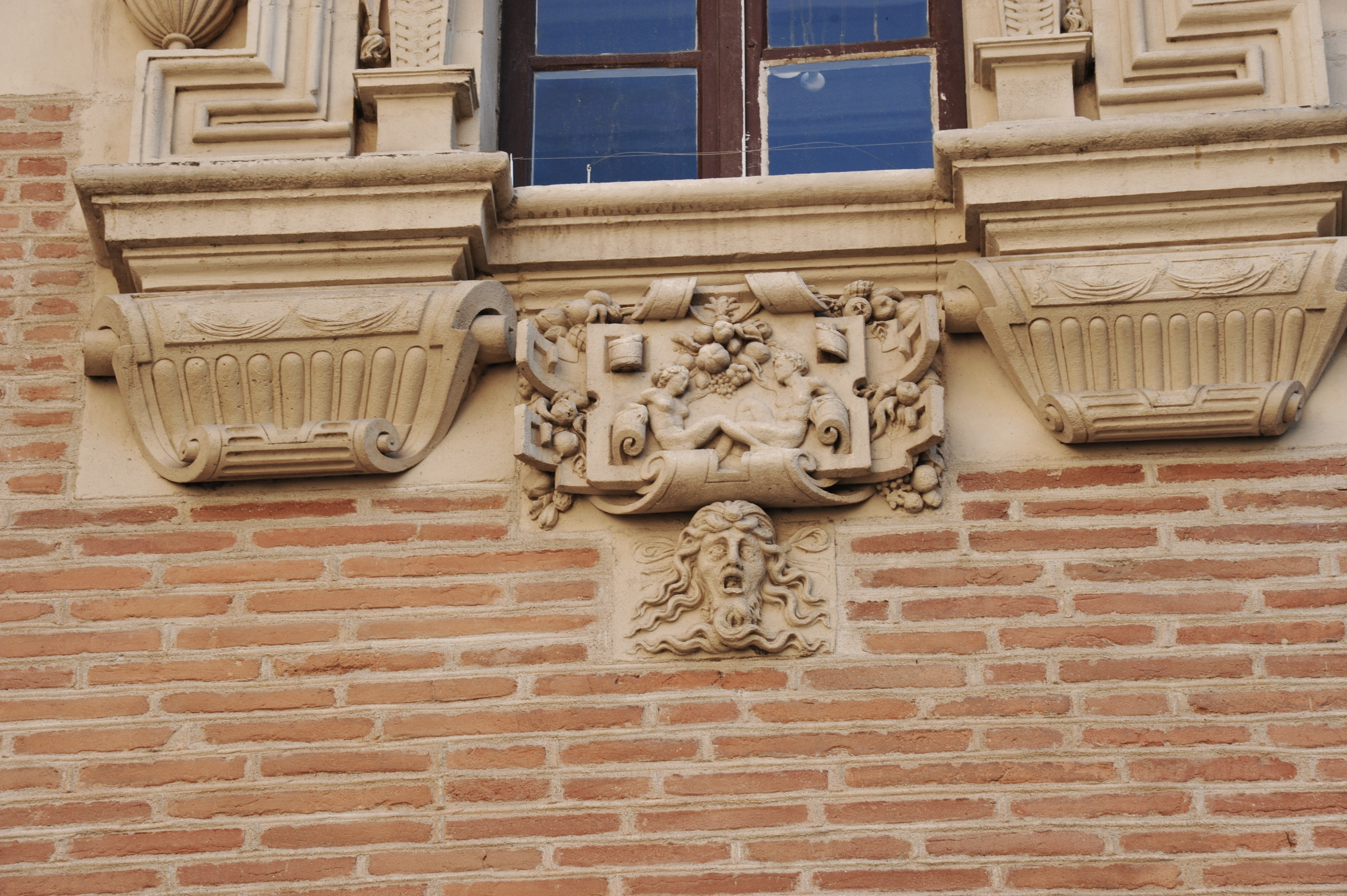
Vieux-Raisin : cuirs découpés.
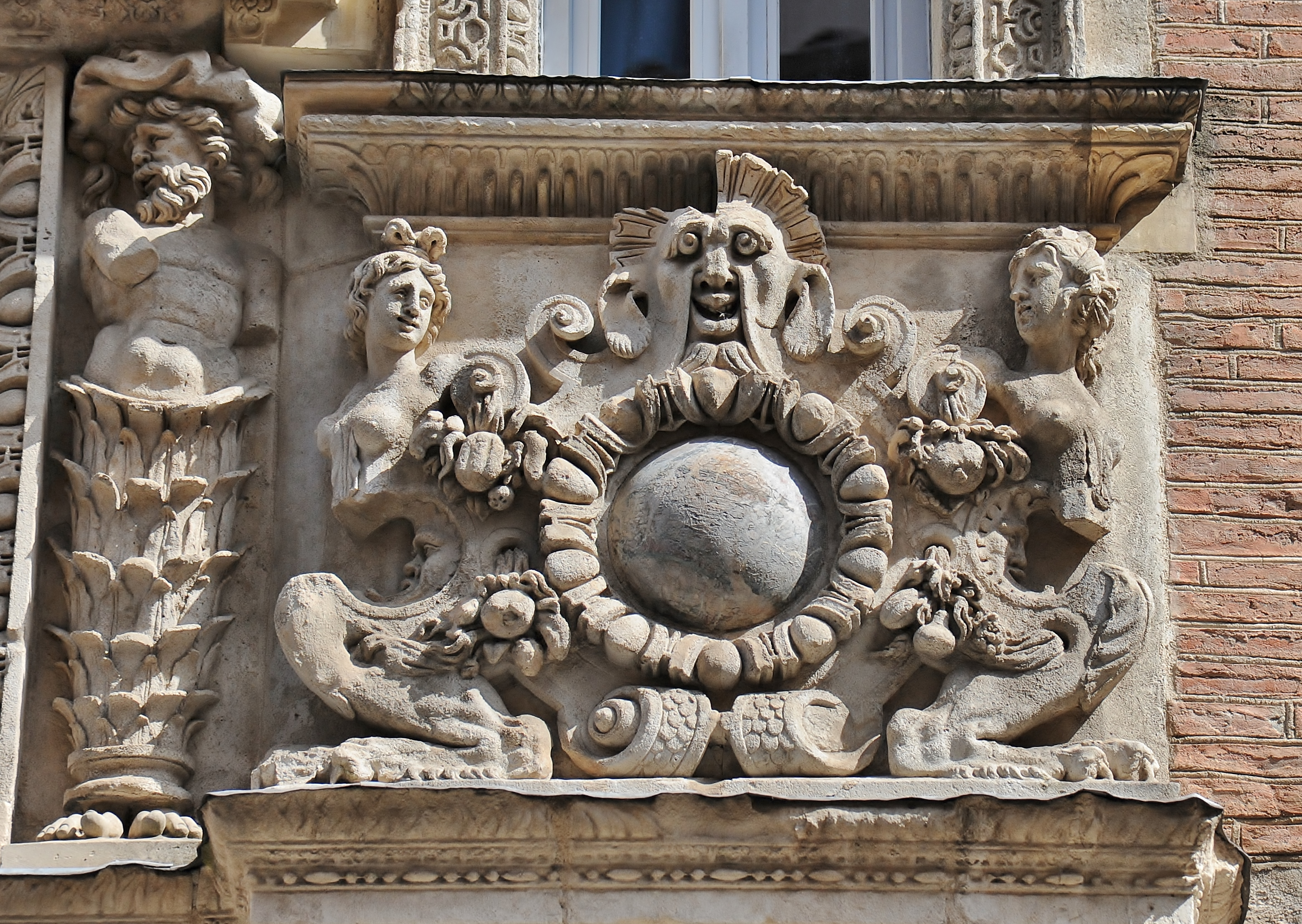
Molinier.
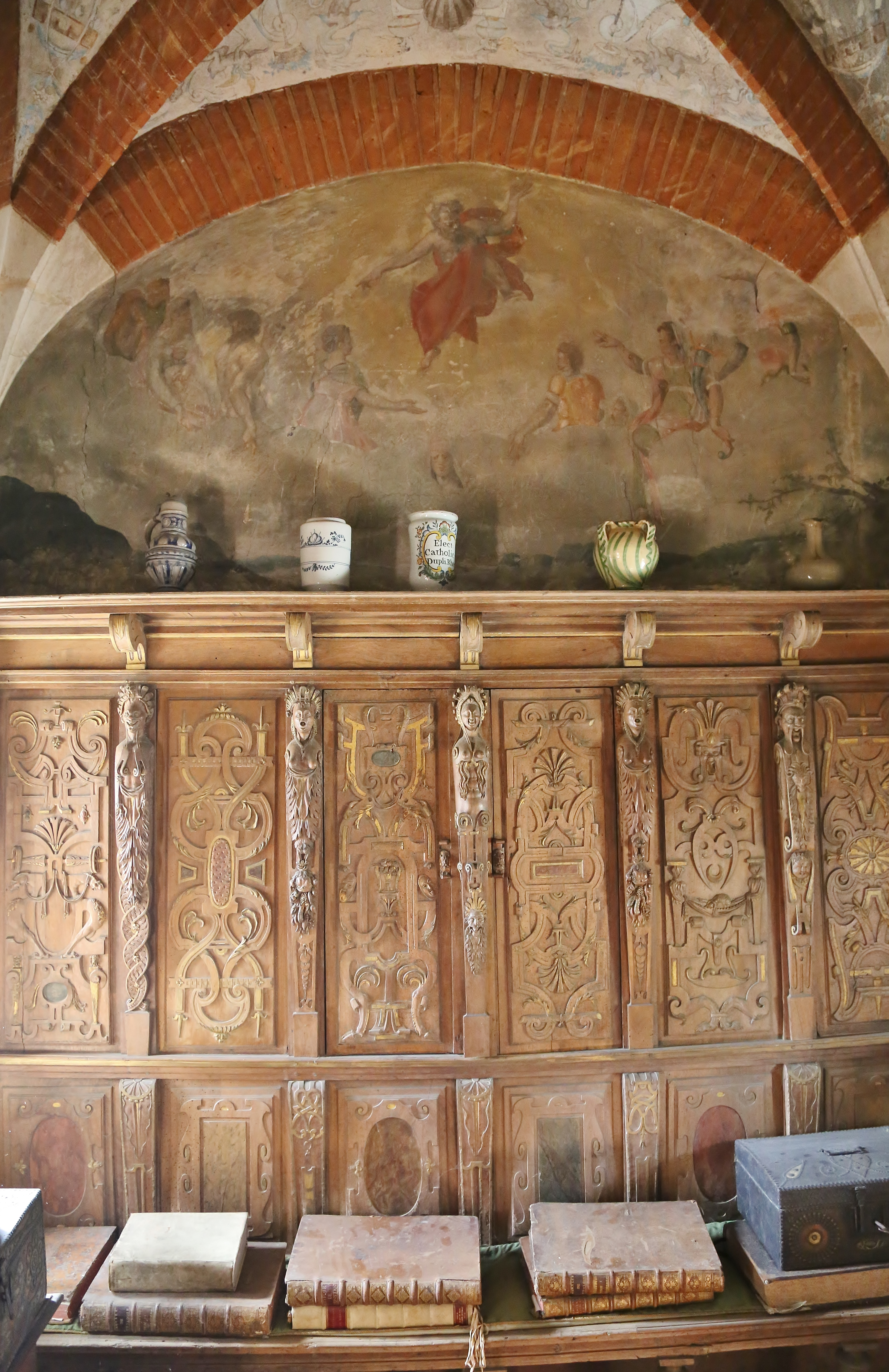
Le cabinet des quatrains au château de Pibrac.
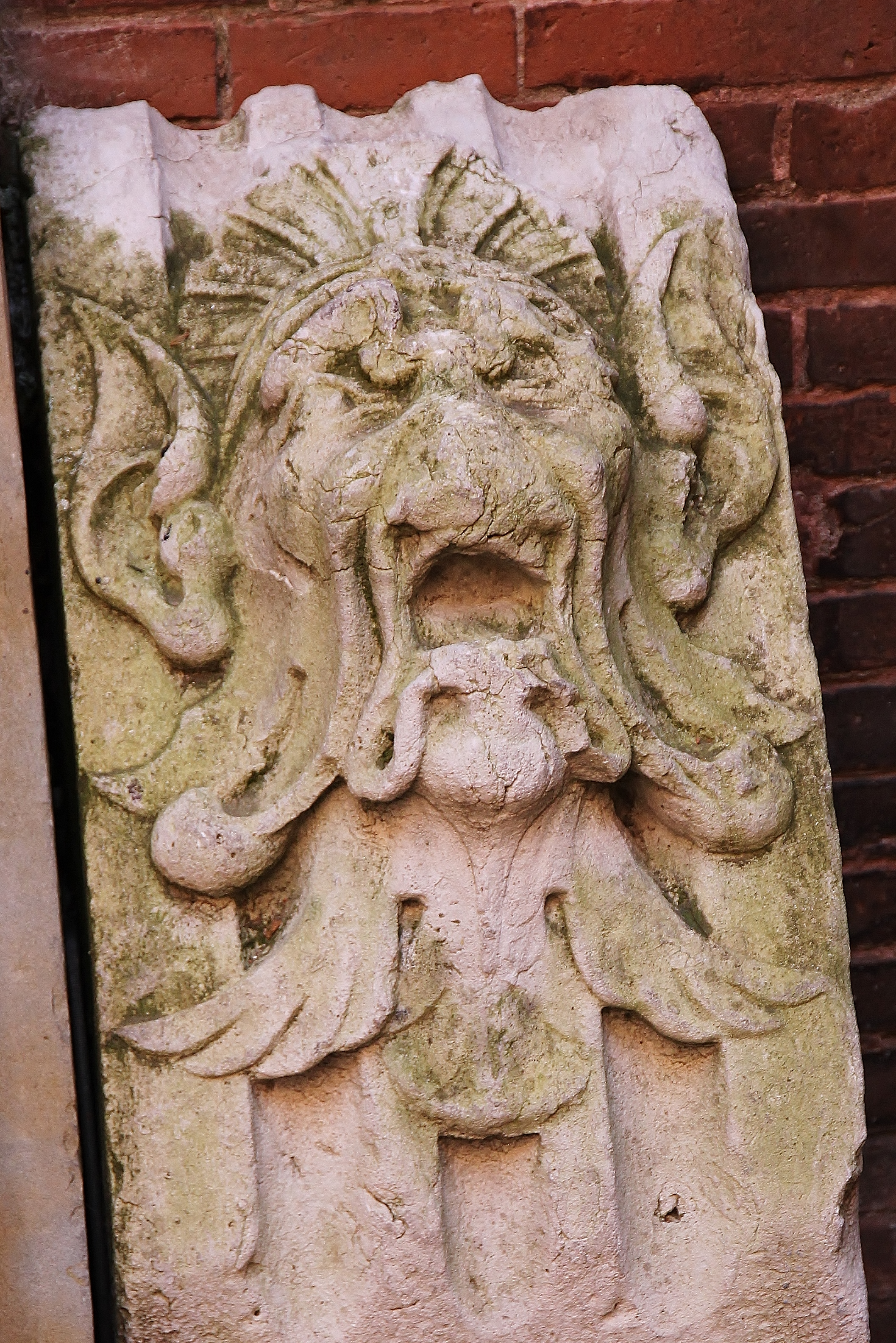
Massas.
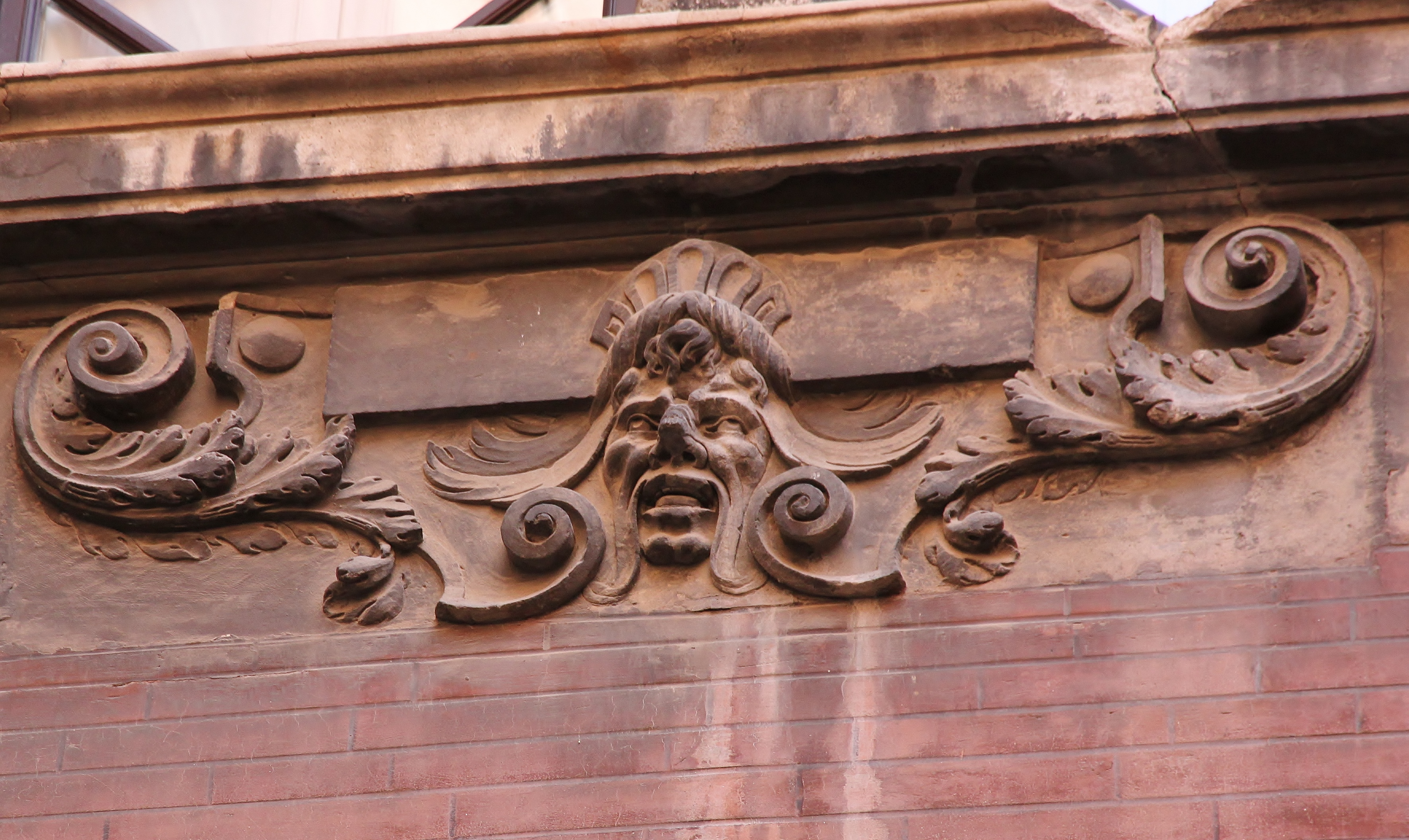
Massas.
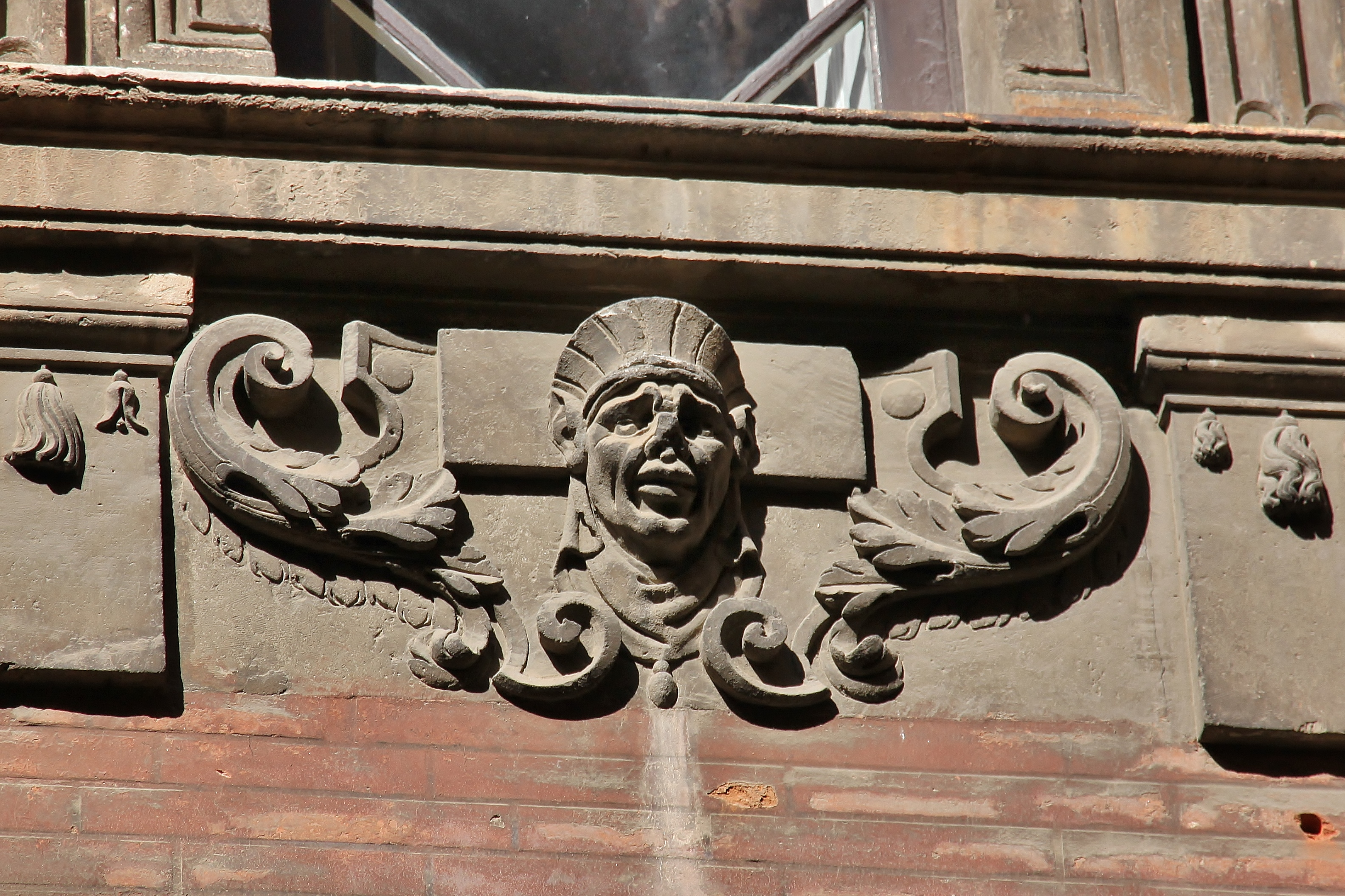
Massas.
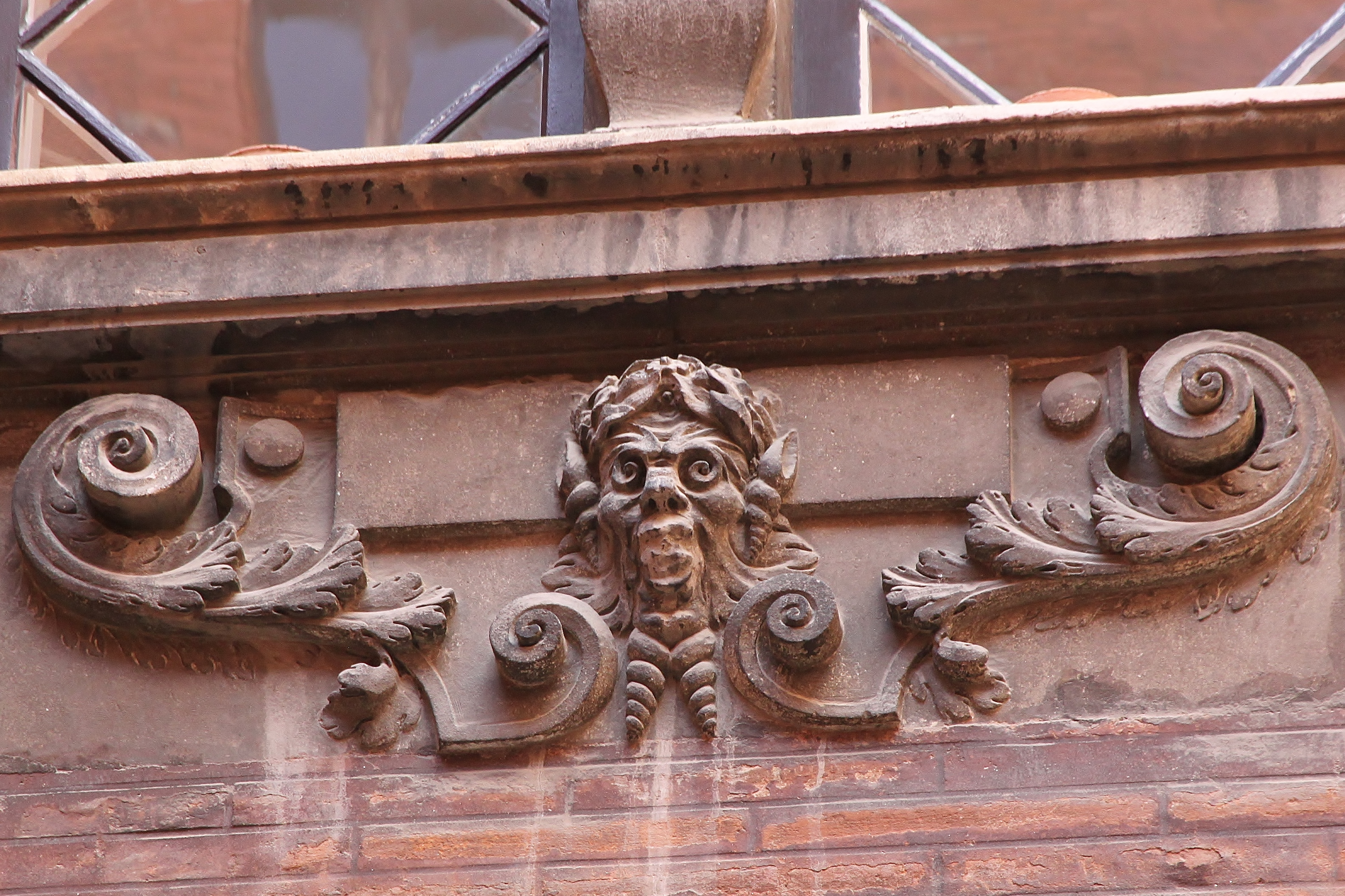
Massas.
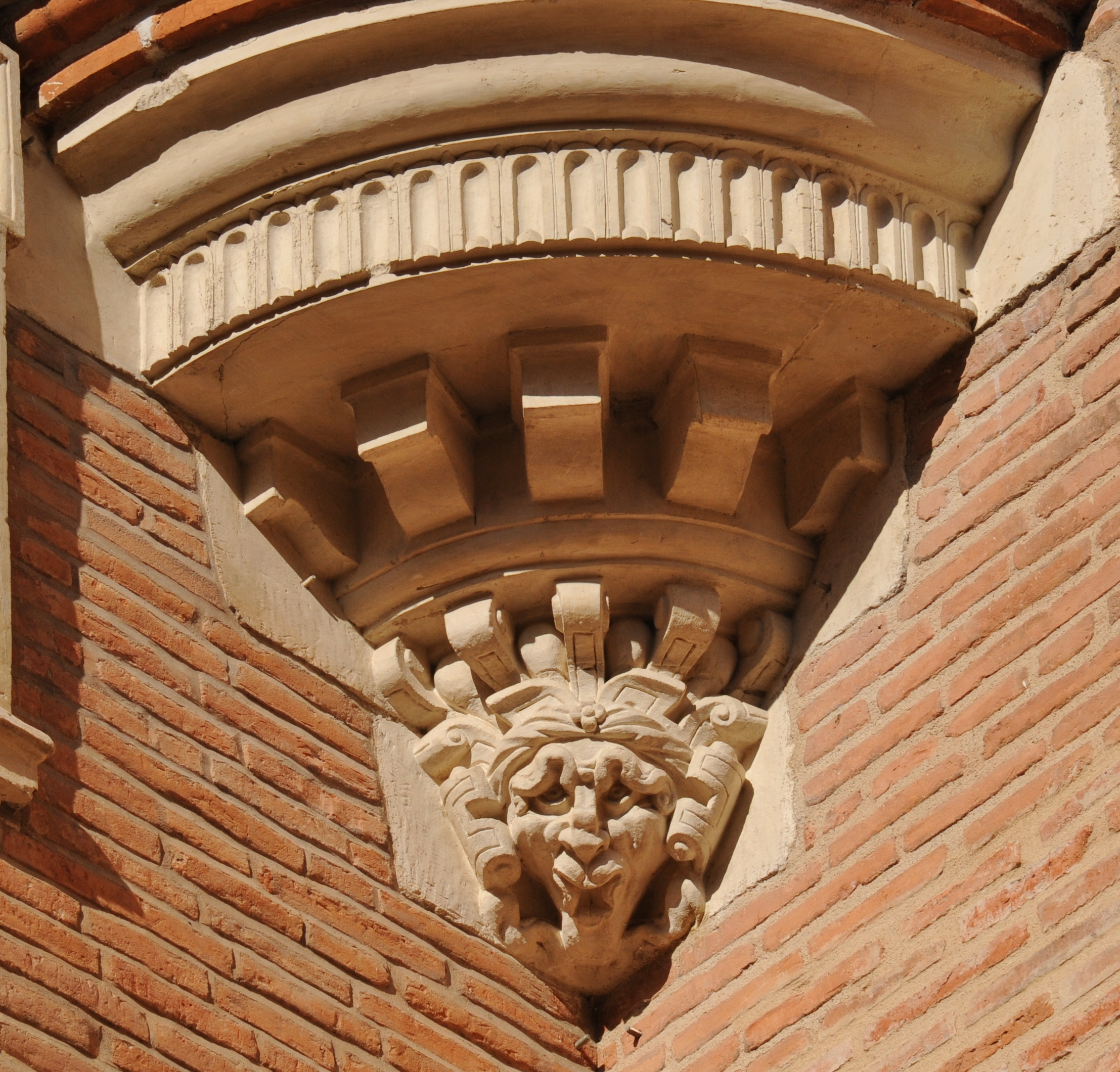
Dumay : Cul-de-lampe.
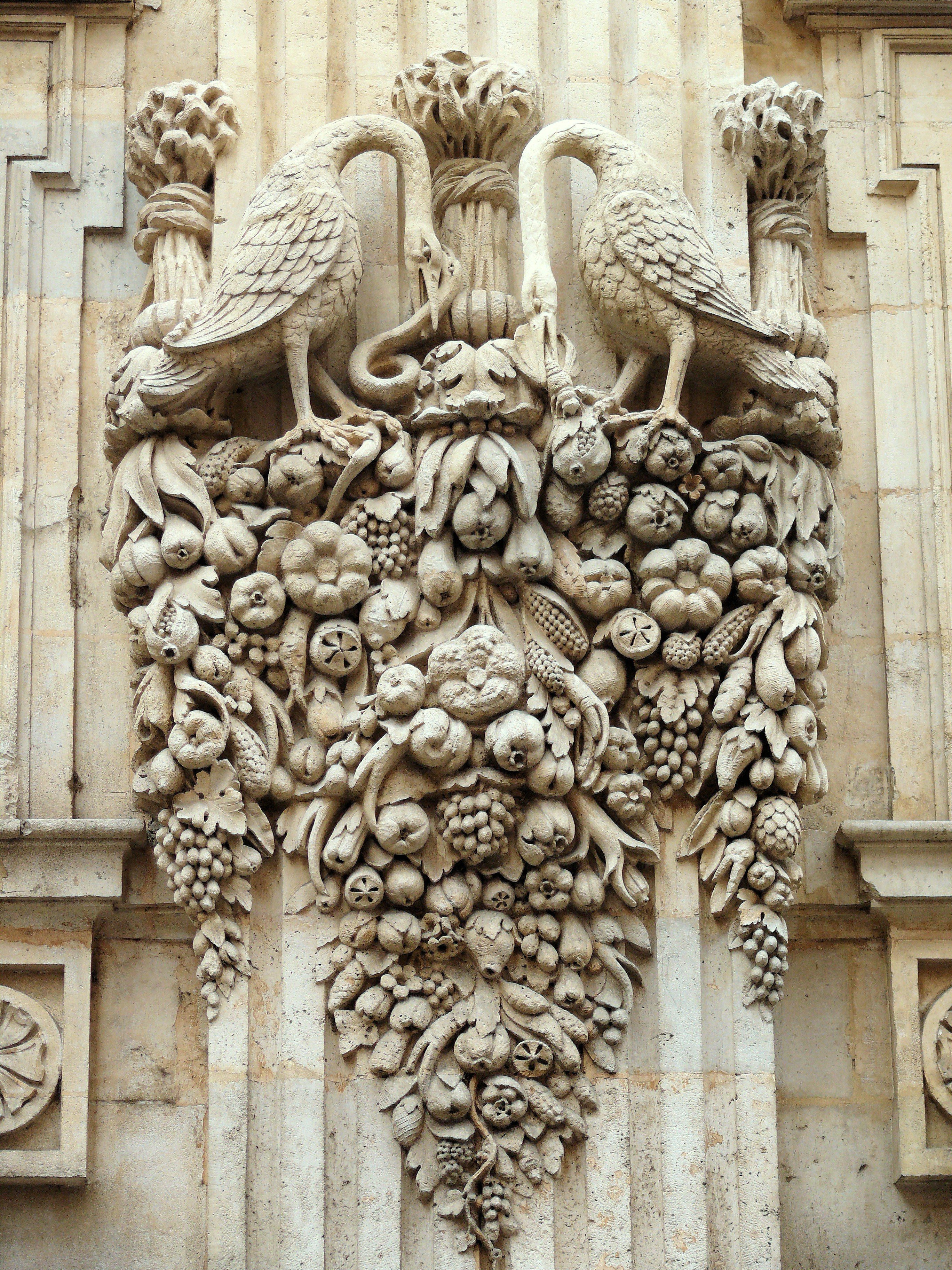
Clary.
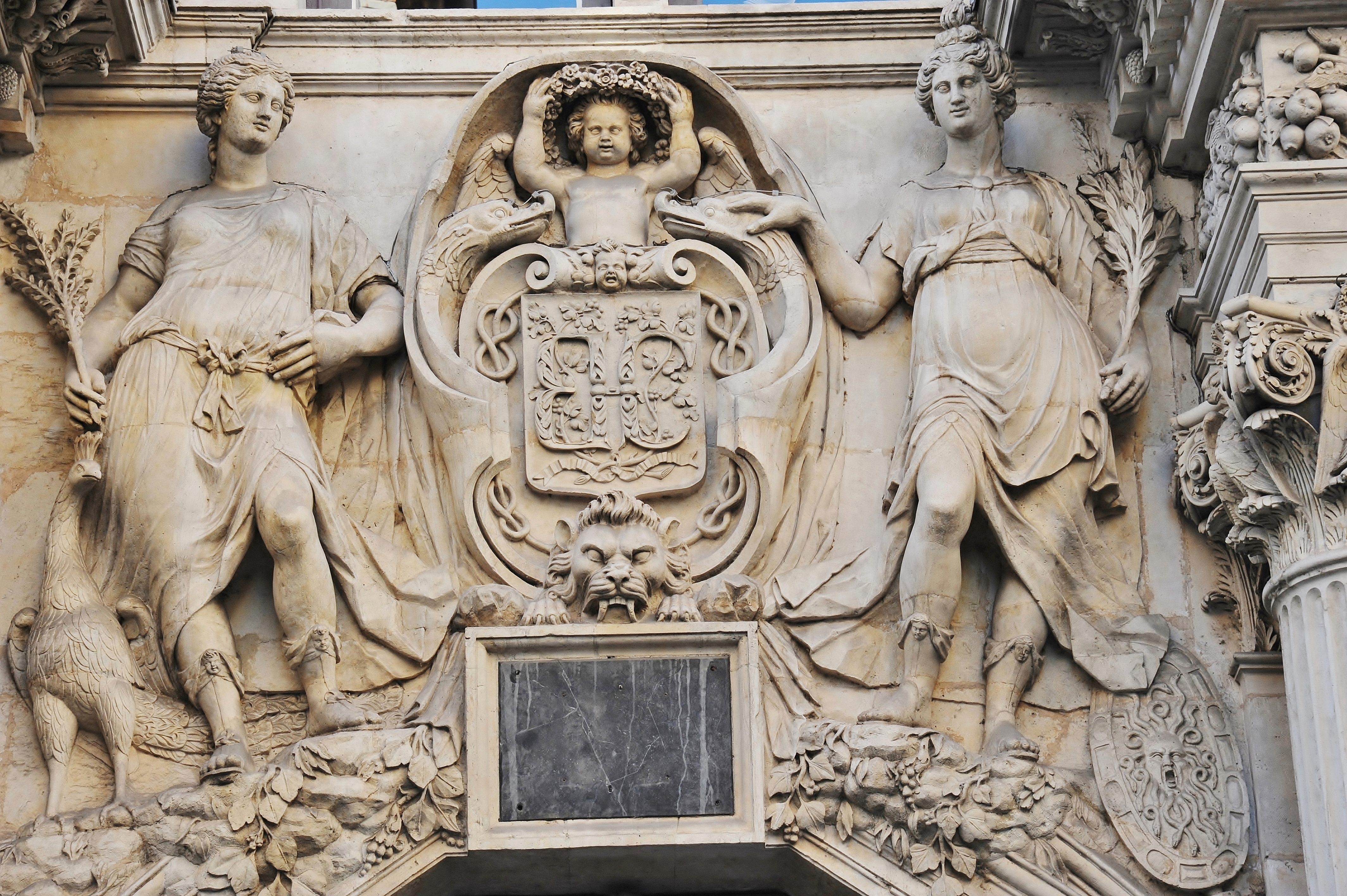
Clary : Junon et Minerve.
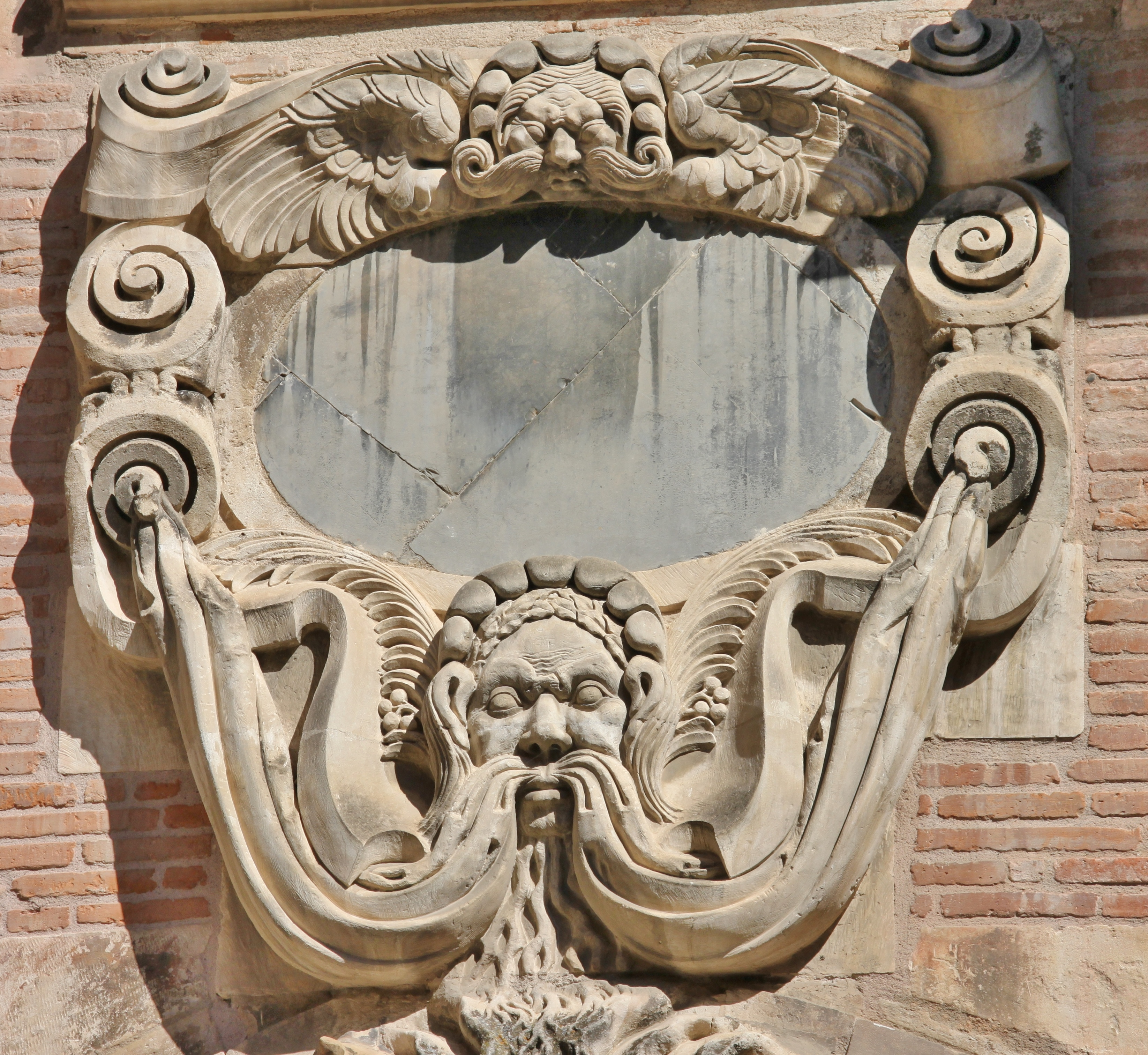
Clary.
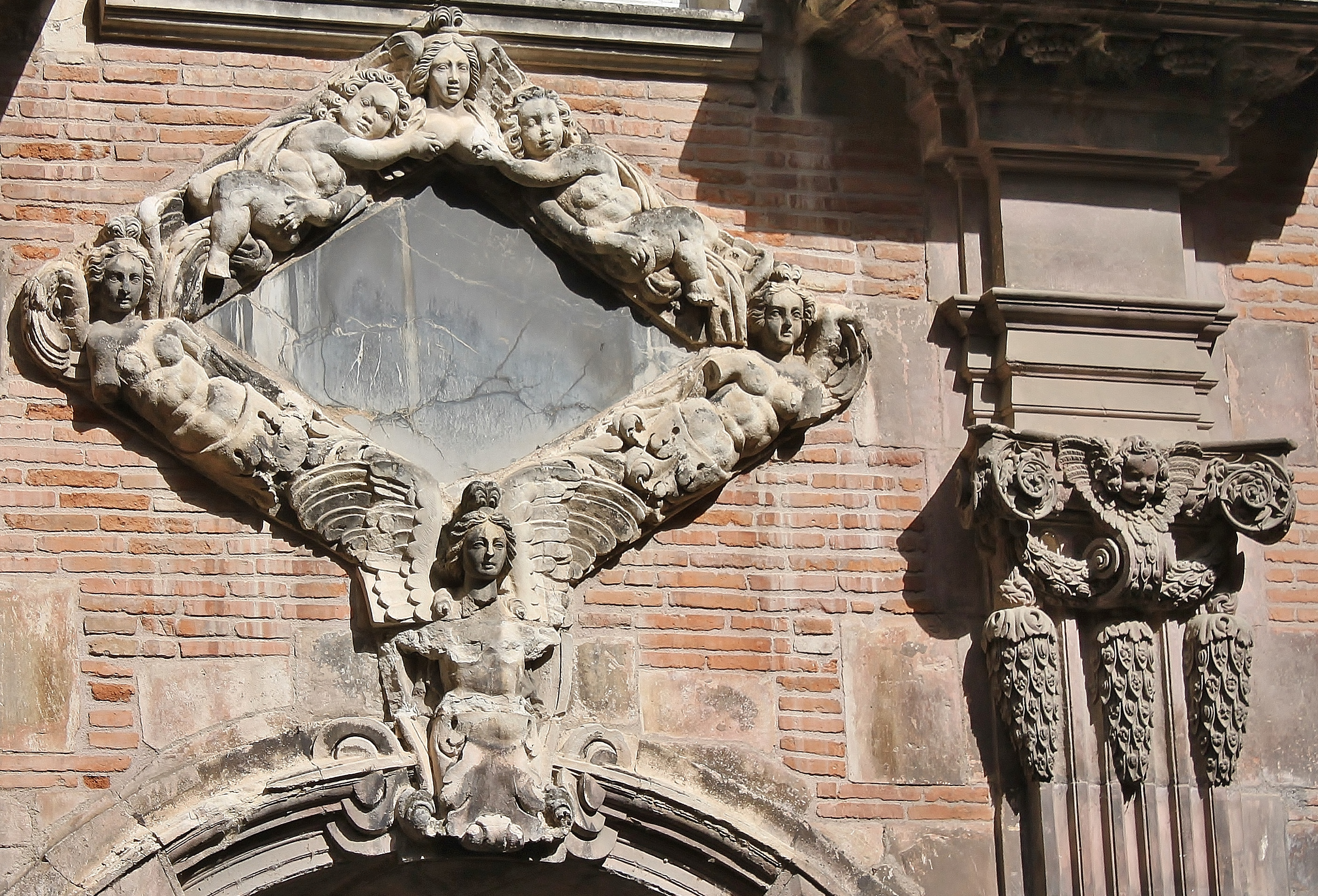
Clary.
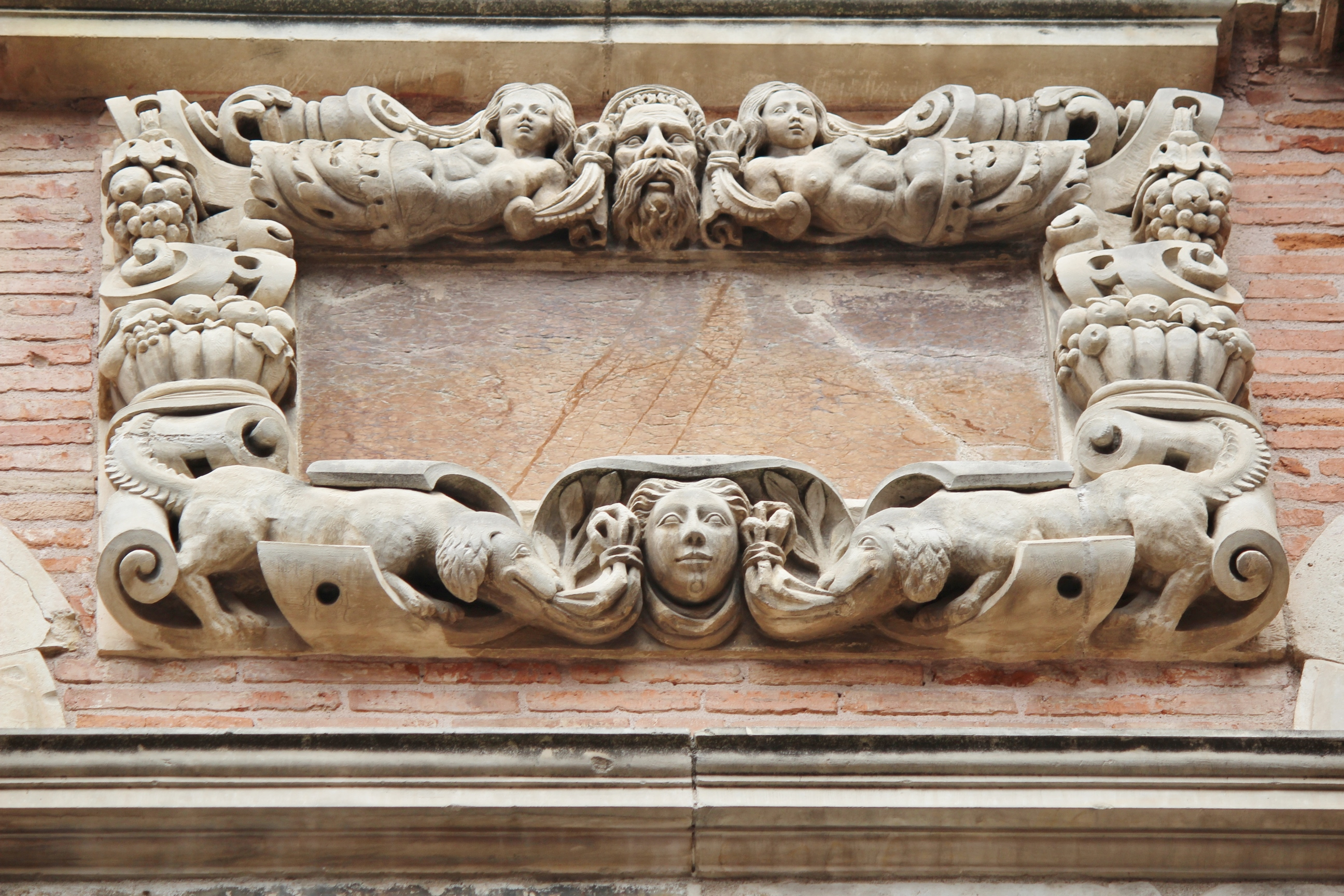
Clary.